# Liste des biens du bassin minier du Nord-Pas-de-Calais inscrits sur la liste du patrimoine mondial
 (janvier 2018).

Logo officiel de l'inscription.

Trois-cent-cinquante-trois biens du bassin minier du Nord-Pas-de-Calais ont été inscrits sur la liste du patrimoine mondial de l'humanité le 30 juin 2012, lors de la trente-sixième session du comité du patrimoine mondial, organisé par l'Unesco du 24 juin au 6 juillet 2012 à Saint-Pétersbourg.
Ces 353 éléments (terrils, fosses, cités minières…) sont répartis en 109 sites, de superficies très variables, et concernent 28 000 bâtiments sur 4 000 ha.

## Liste
Trois-cent-cinquante-trois éléments sont répartis sur cent-neuf sites, qui ont des surfaces allant de quelques ares à plusieurs kilomètres carrés.

### Siteno1
Google Maps
Le site no 1 est formé par le monument à la découverte du charbon le 3 février 1720 à Fresnes-sur-Escaut. La découverte a eu lieu quelques centaines de mètres au nord-ouest à la fosse Jeanne Colard.

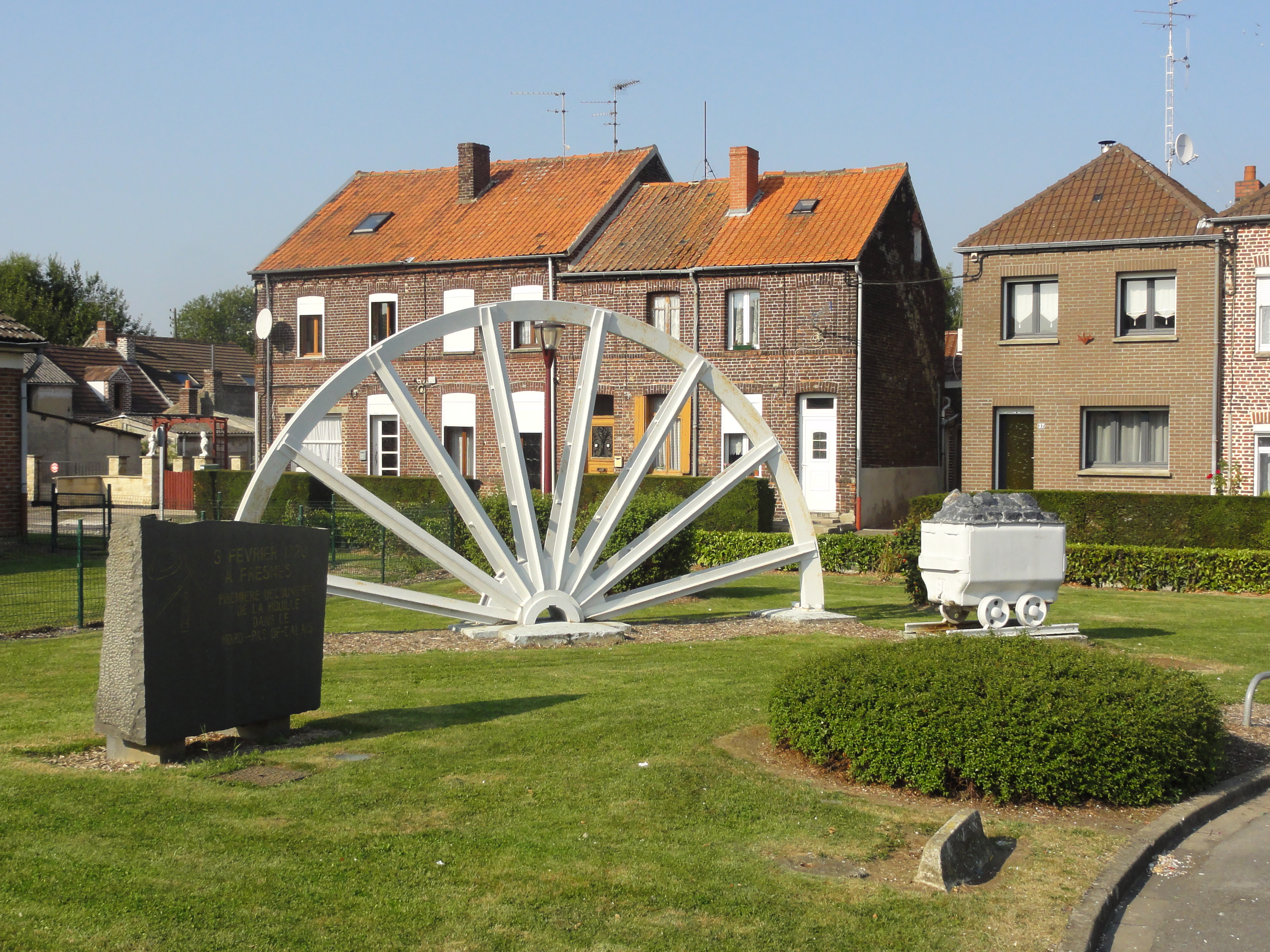
Le monument à la découverte du charbon.
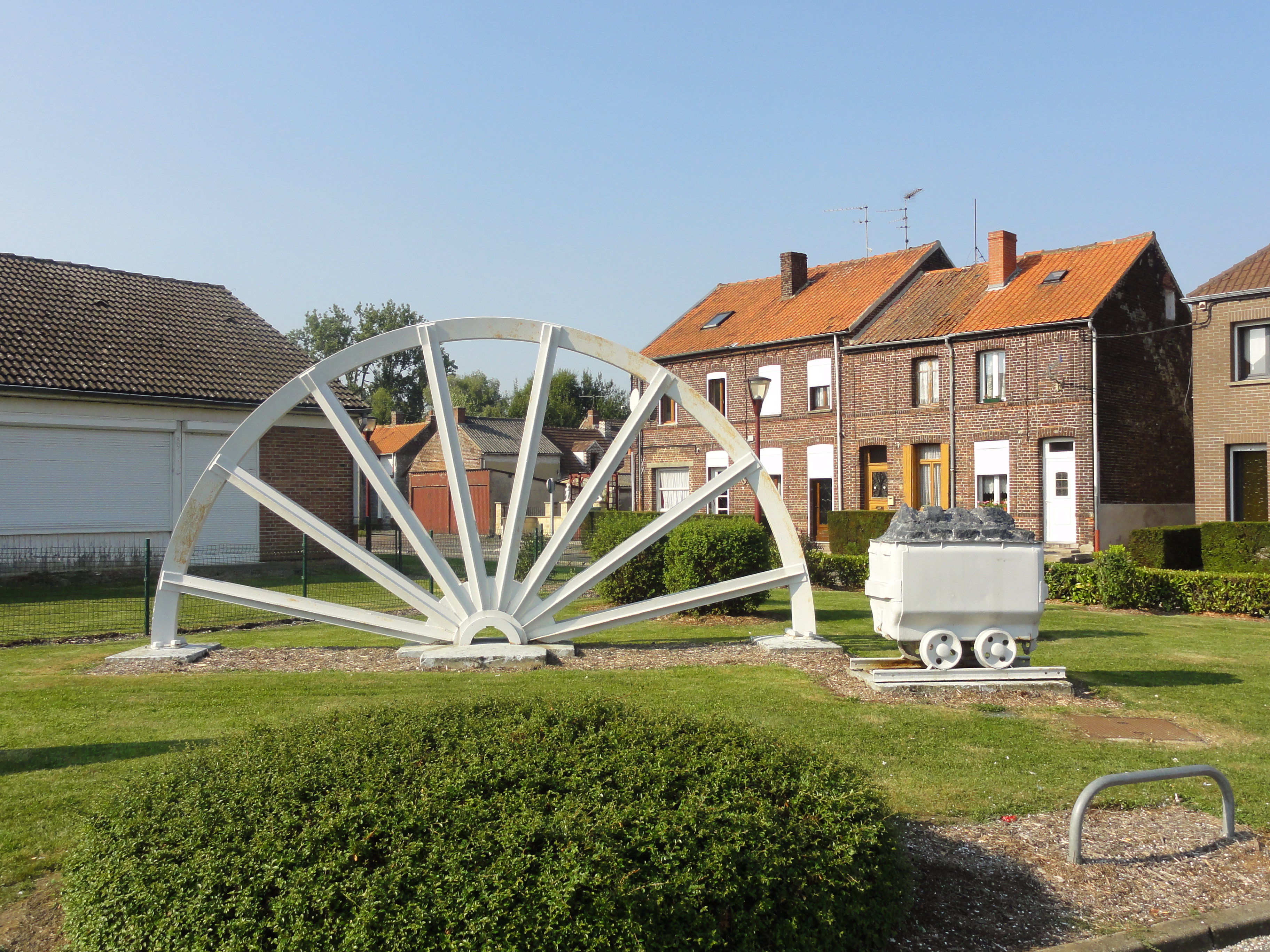
Le monument à la découverte du charbon.
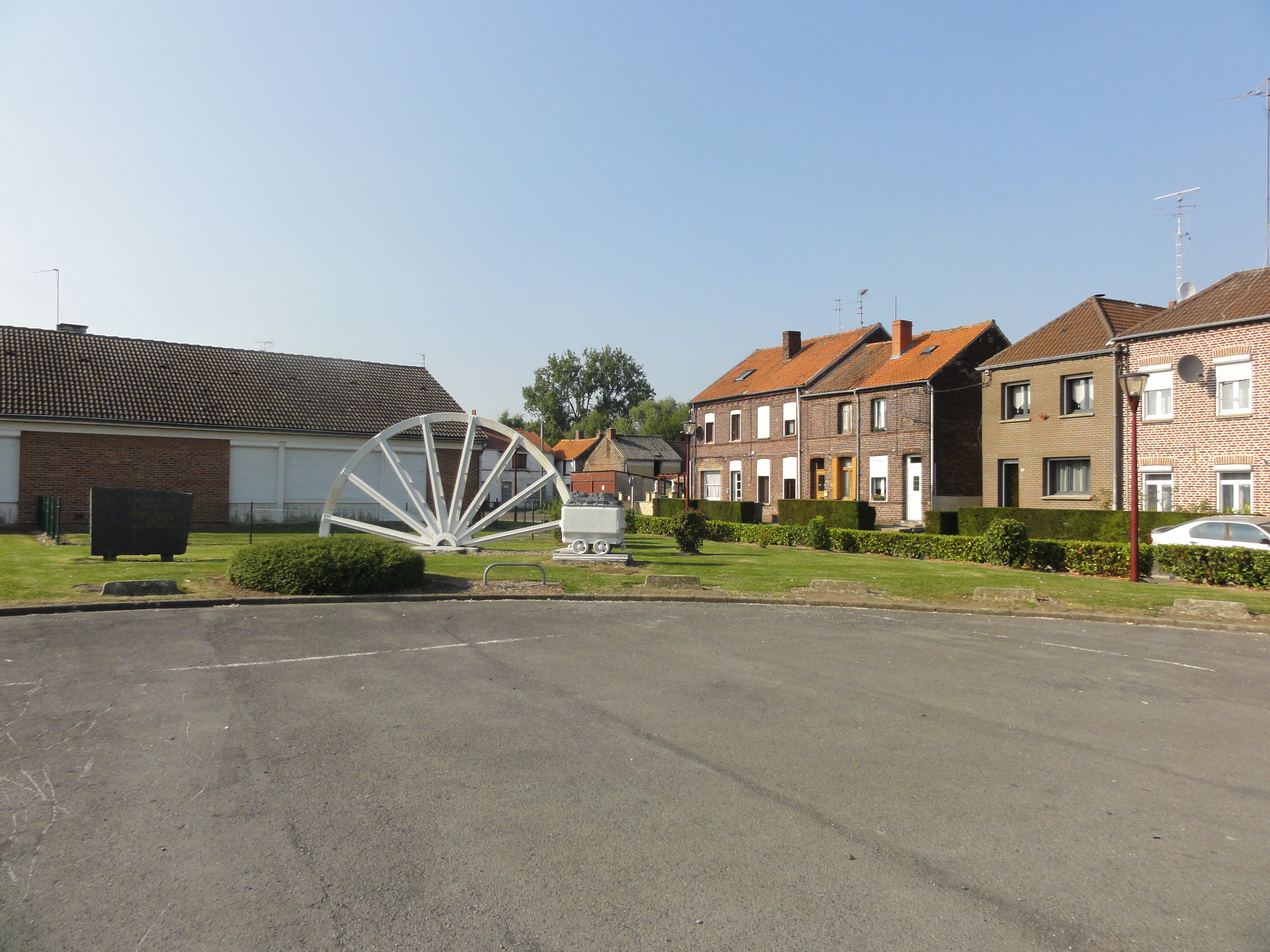
Le monument à la découverte du charbon.

### Siteno2
Google Maps
Le site no 2 est formé par le château des Douaniers, à Fresnes-sur-Escaut.

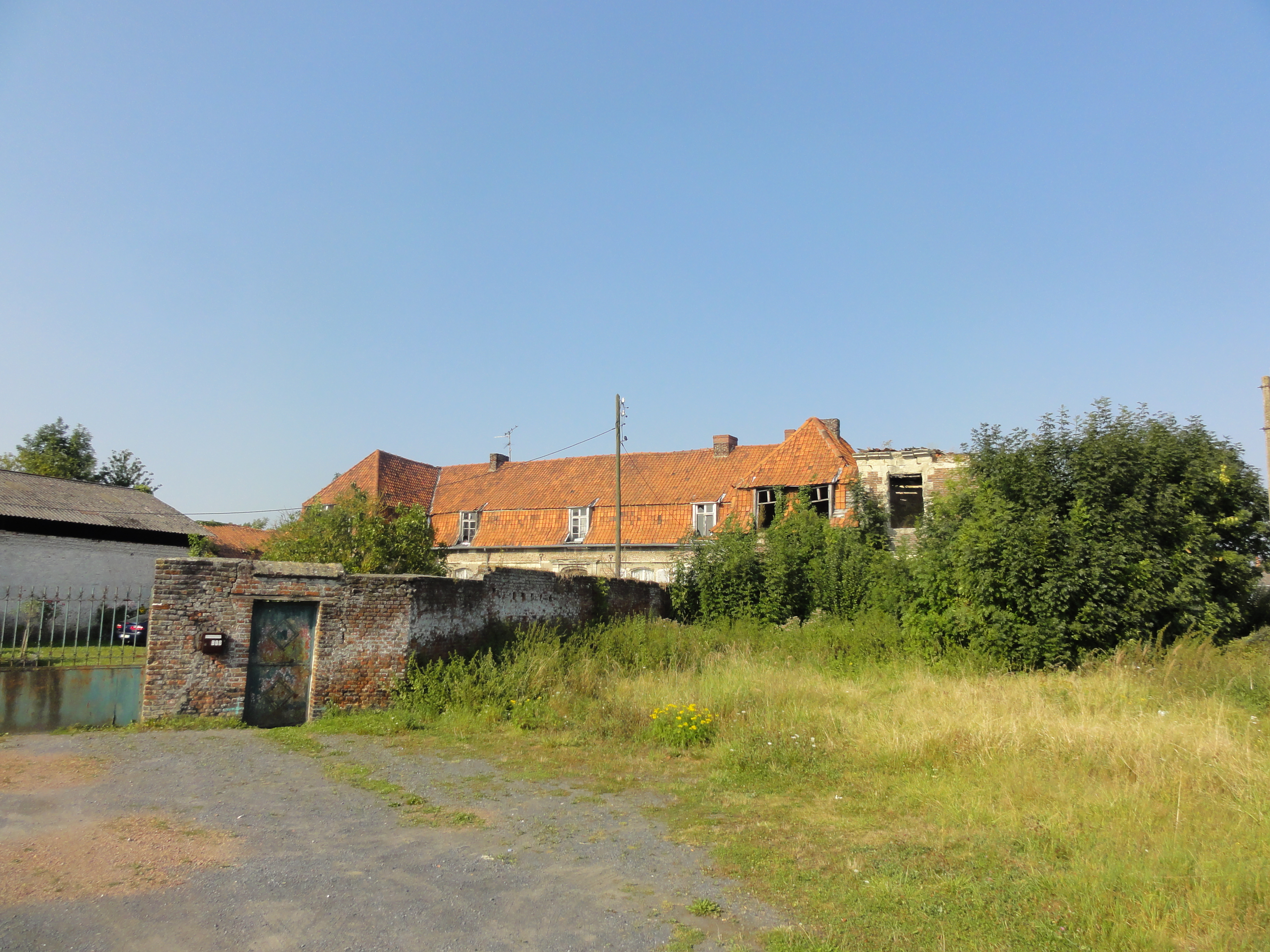
Le château des Douaniers.
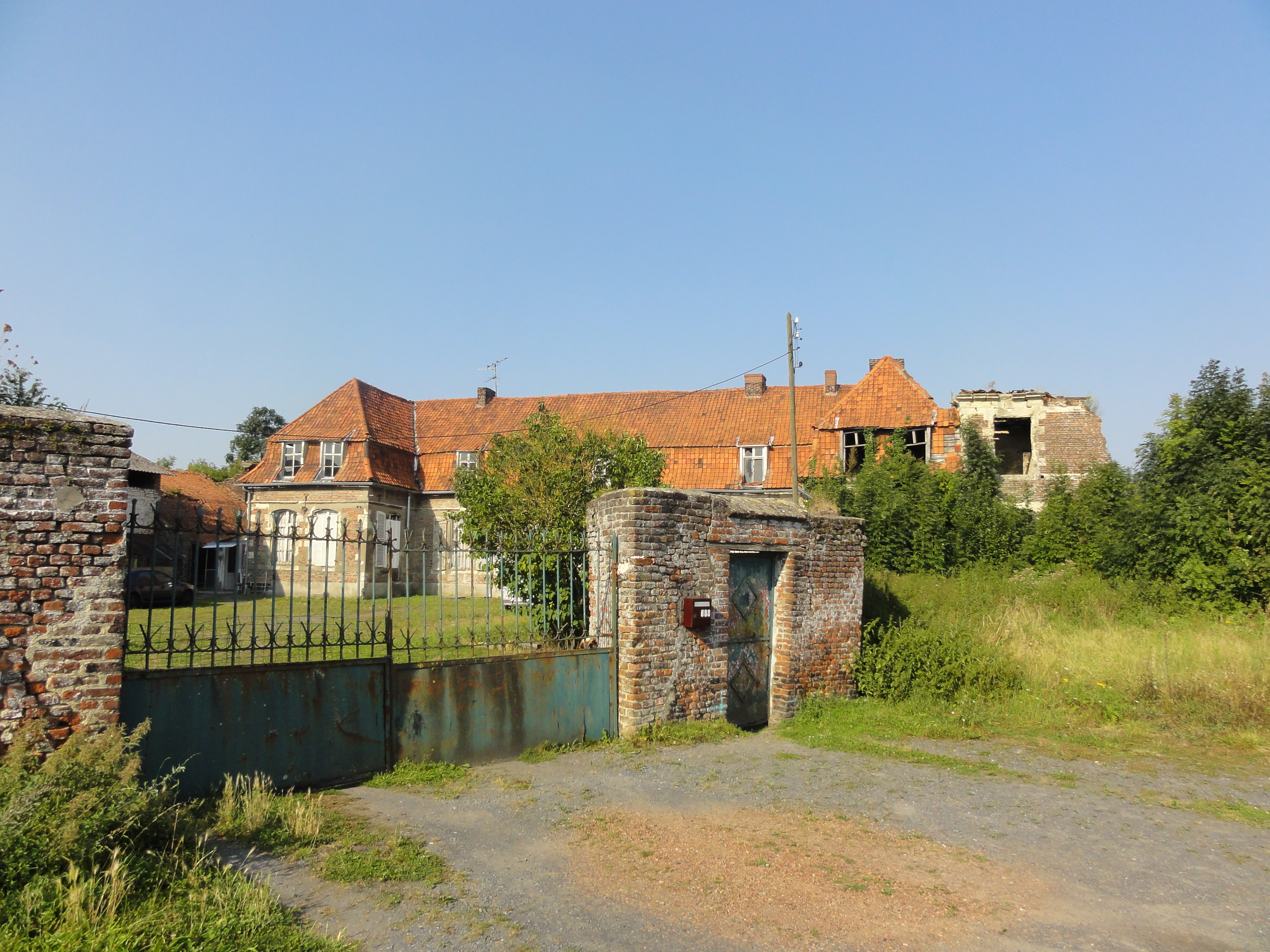
Le château des Douaniers.
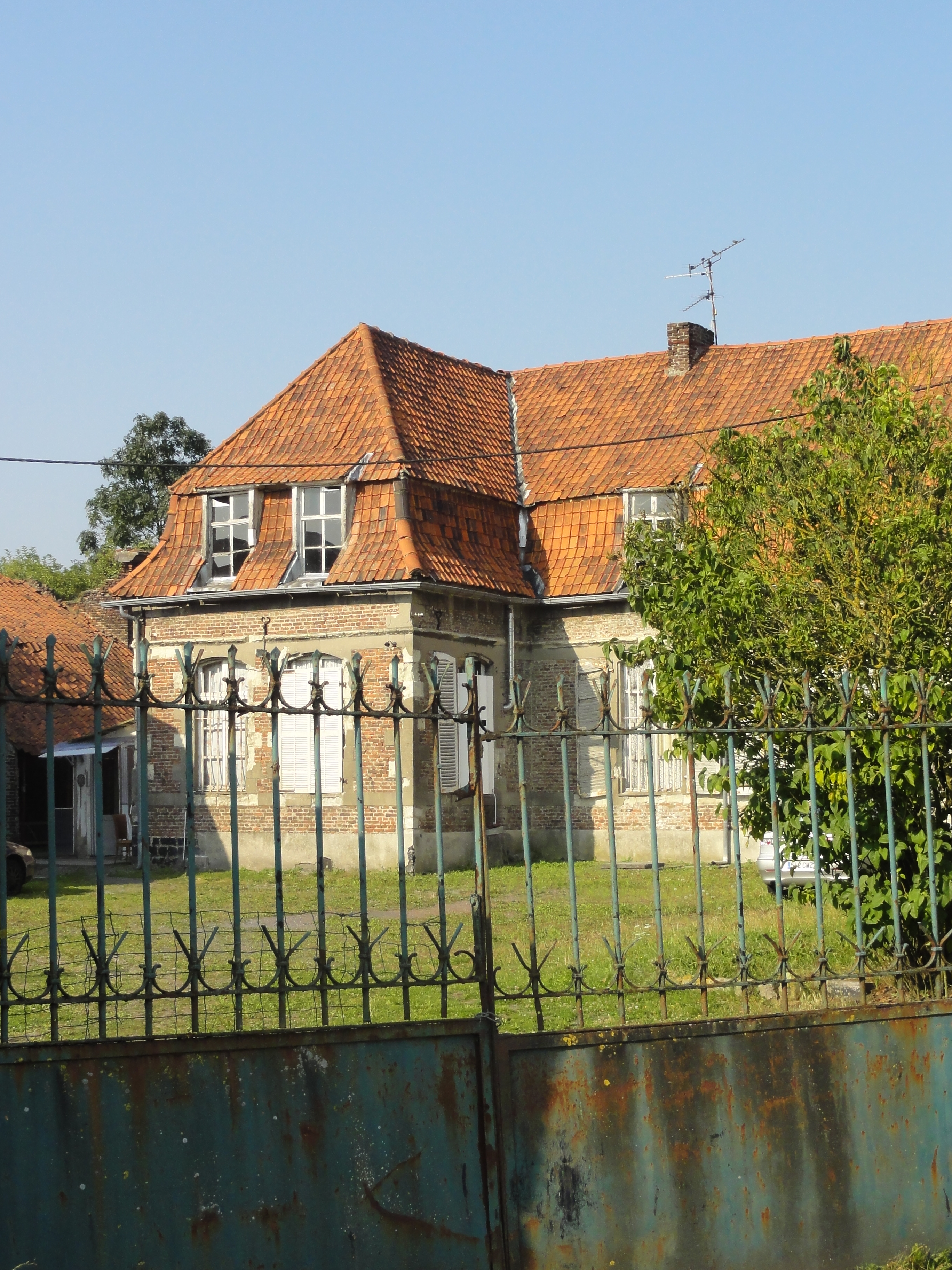
Le château des Douaniers.
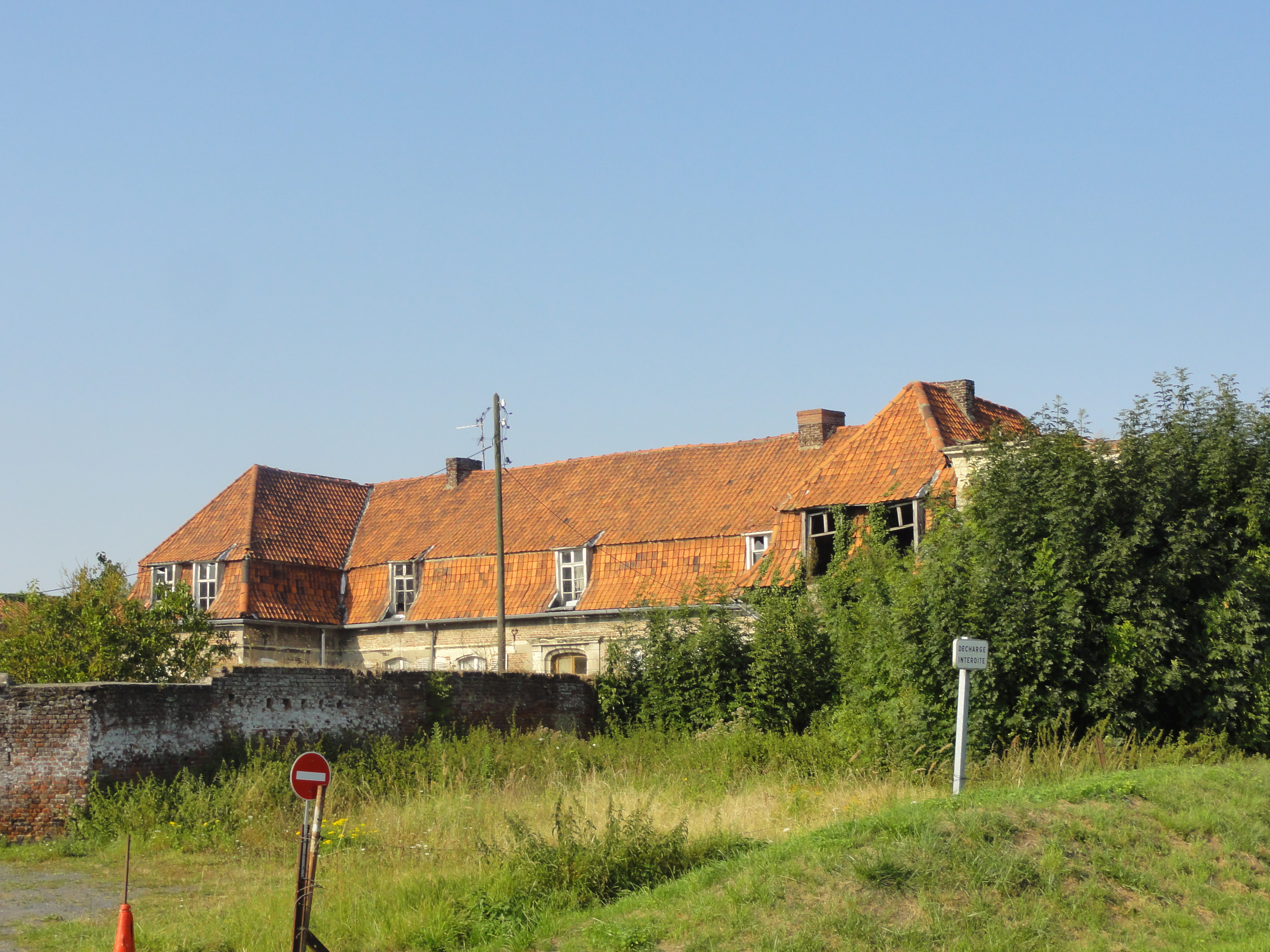
Le château des Douaniers.

### Siteno3
Google Maps
Le site no 3 est formé par le château de l'Hermitage à Condé-sur-l'Escaut.

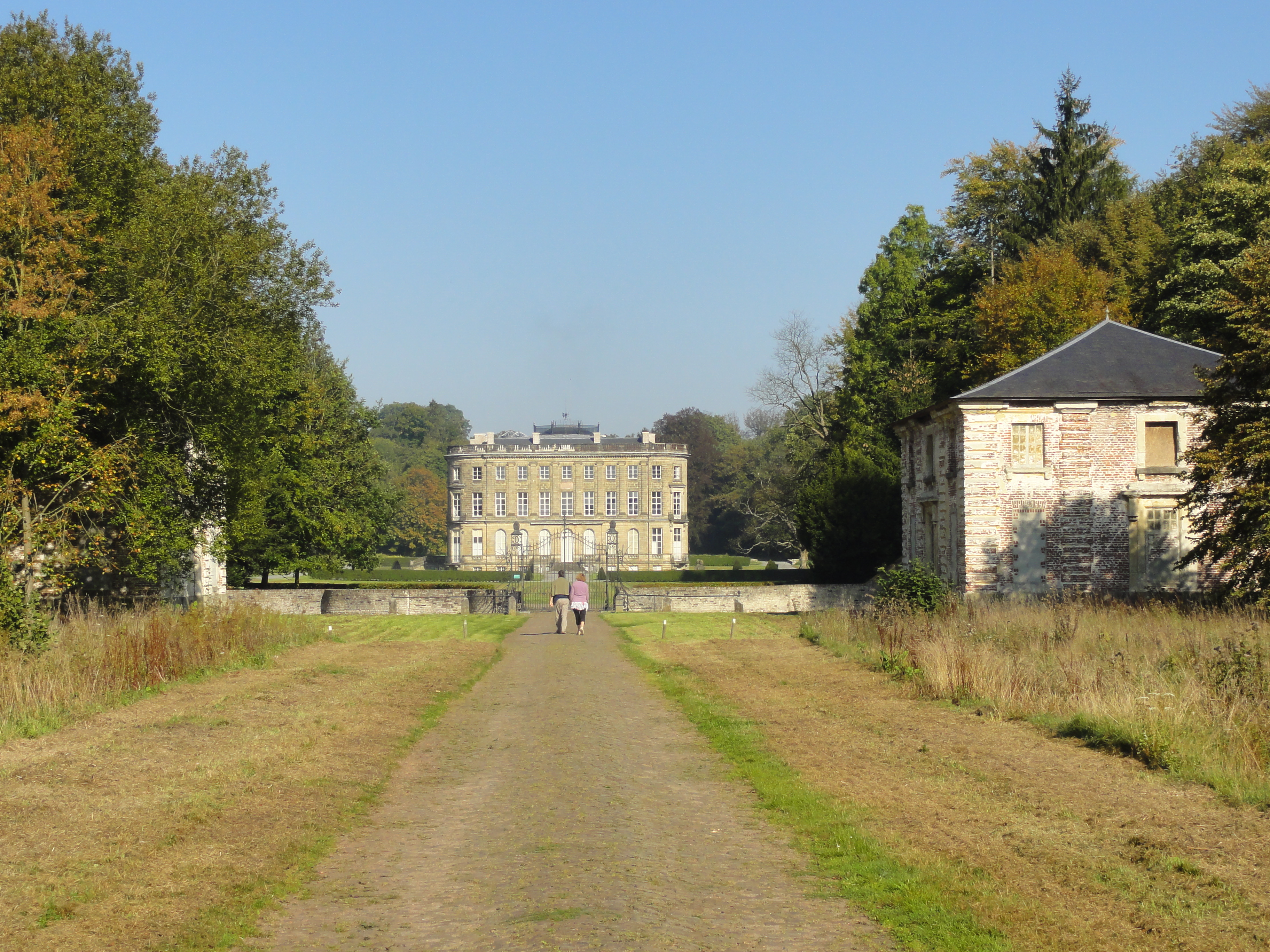
Le château de l'Hermitage.
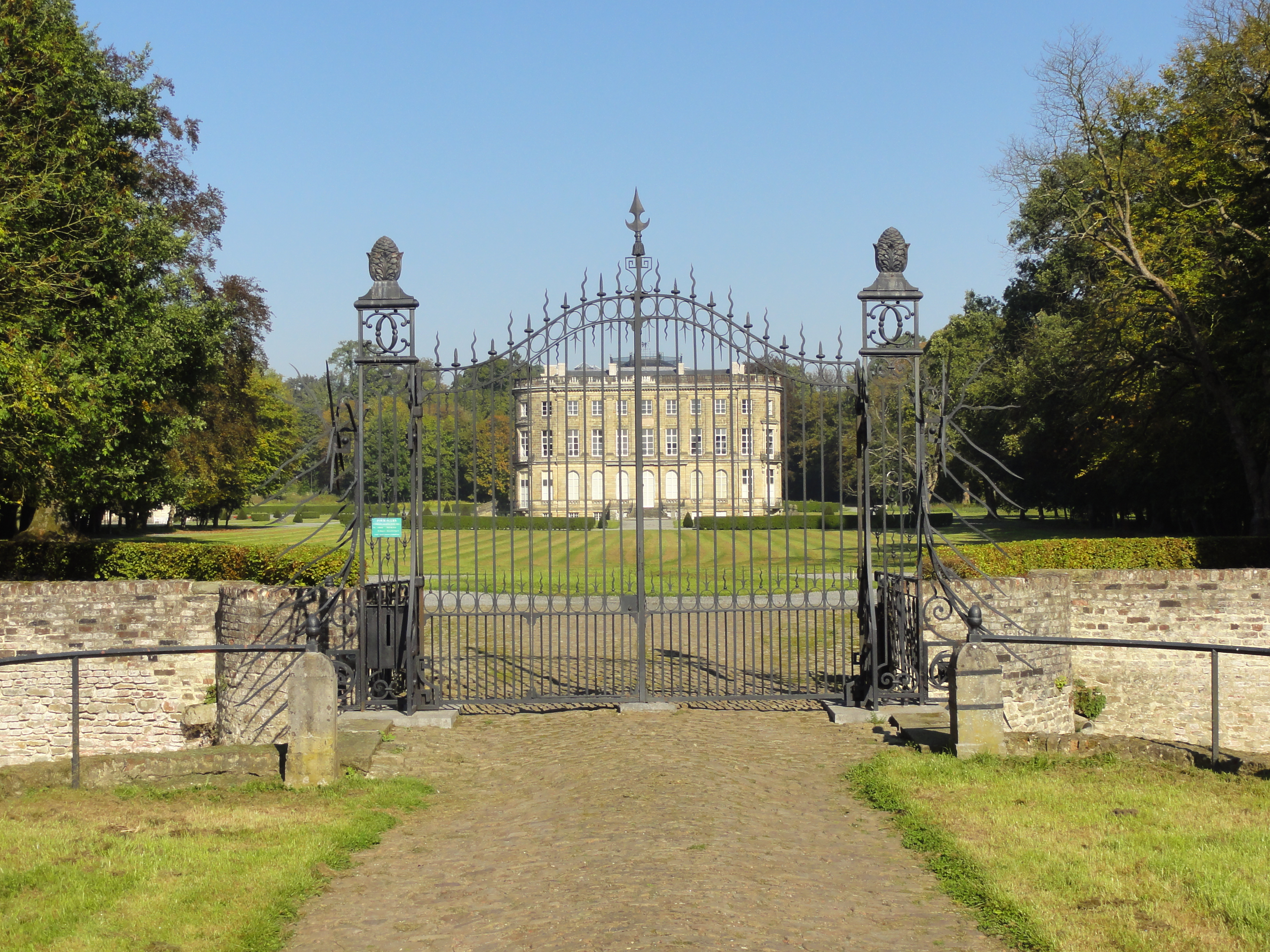
Le château de l'Hermitage.
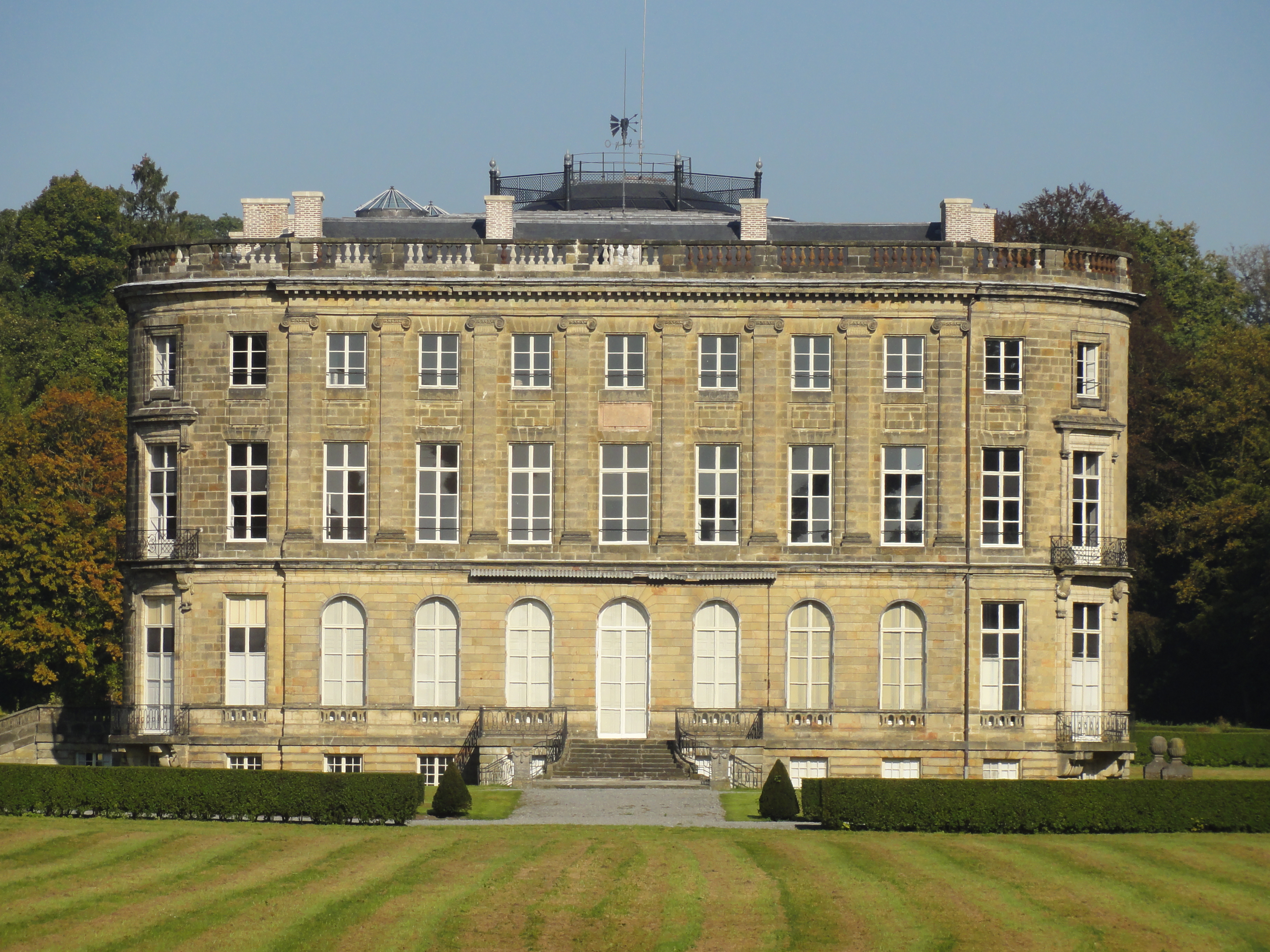
Le château de l'Hermitage.
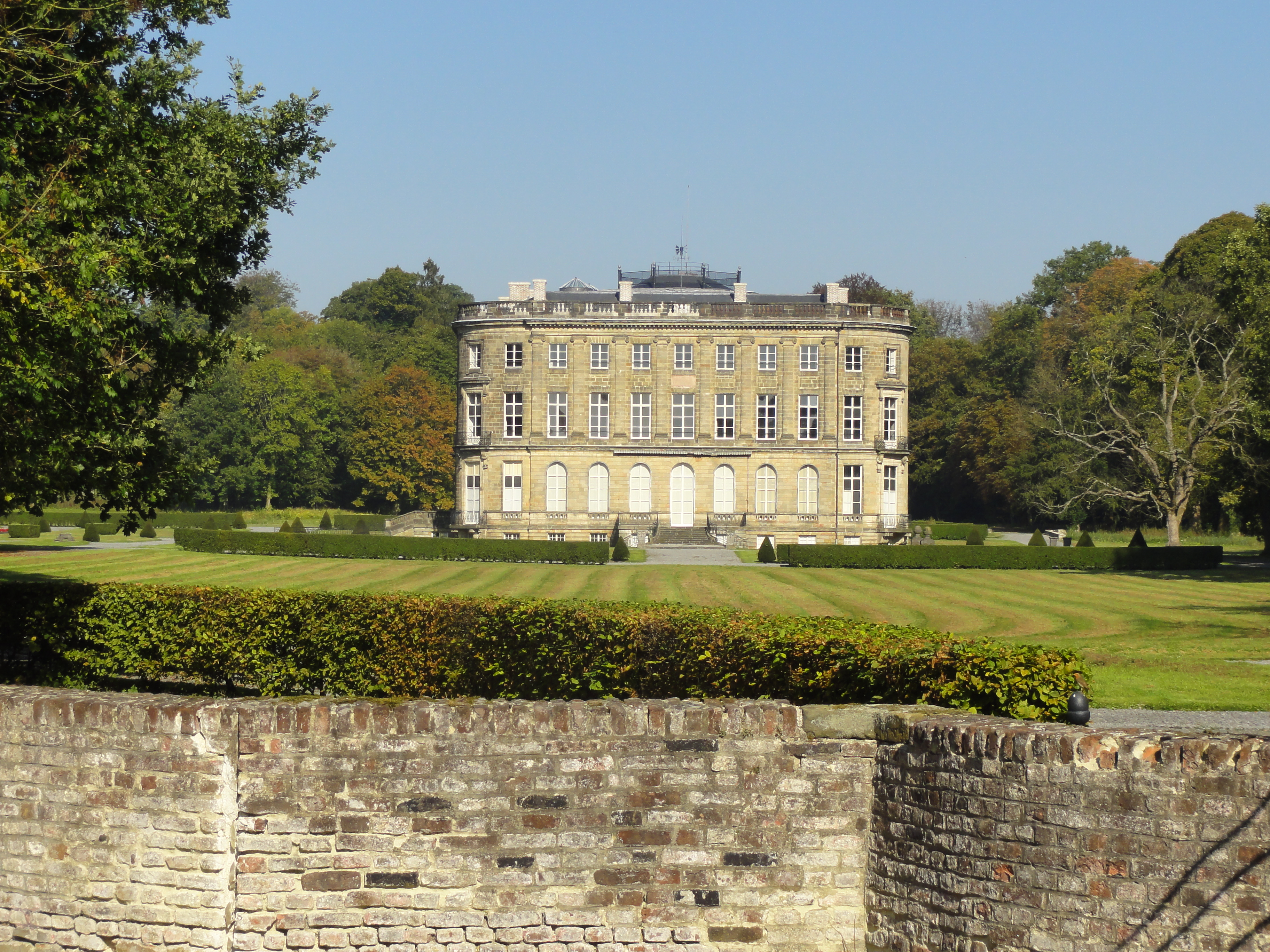
Le château de l'Hermitage.
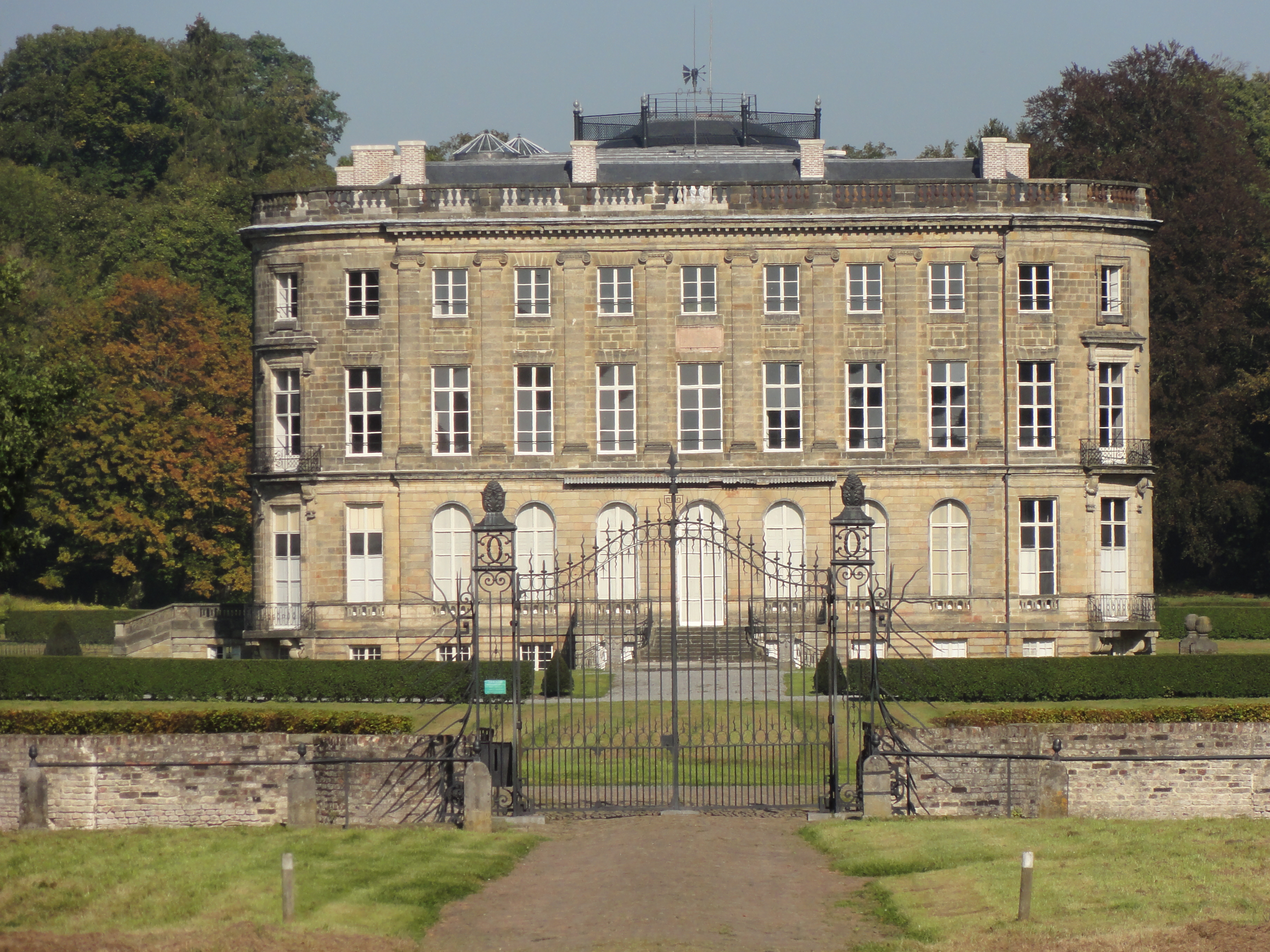
Le château de l'Hermitage.

### Siteno4
Google Maps
Le site no 4 est formé par la pompe à feu de la fosse du Sarteau des mines d'Anzin à Fresnes-sur-Escaut.

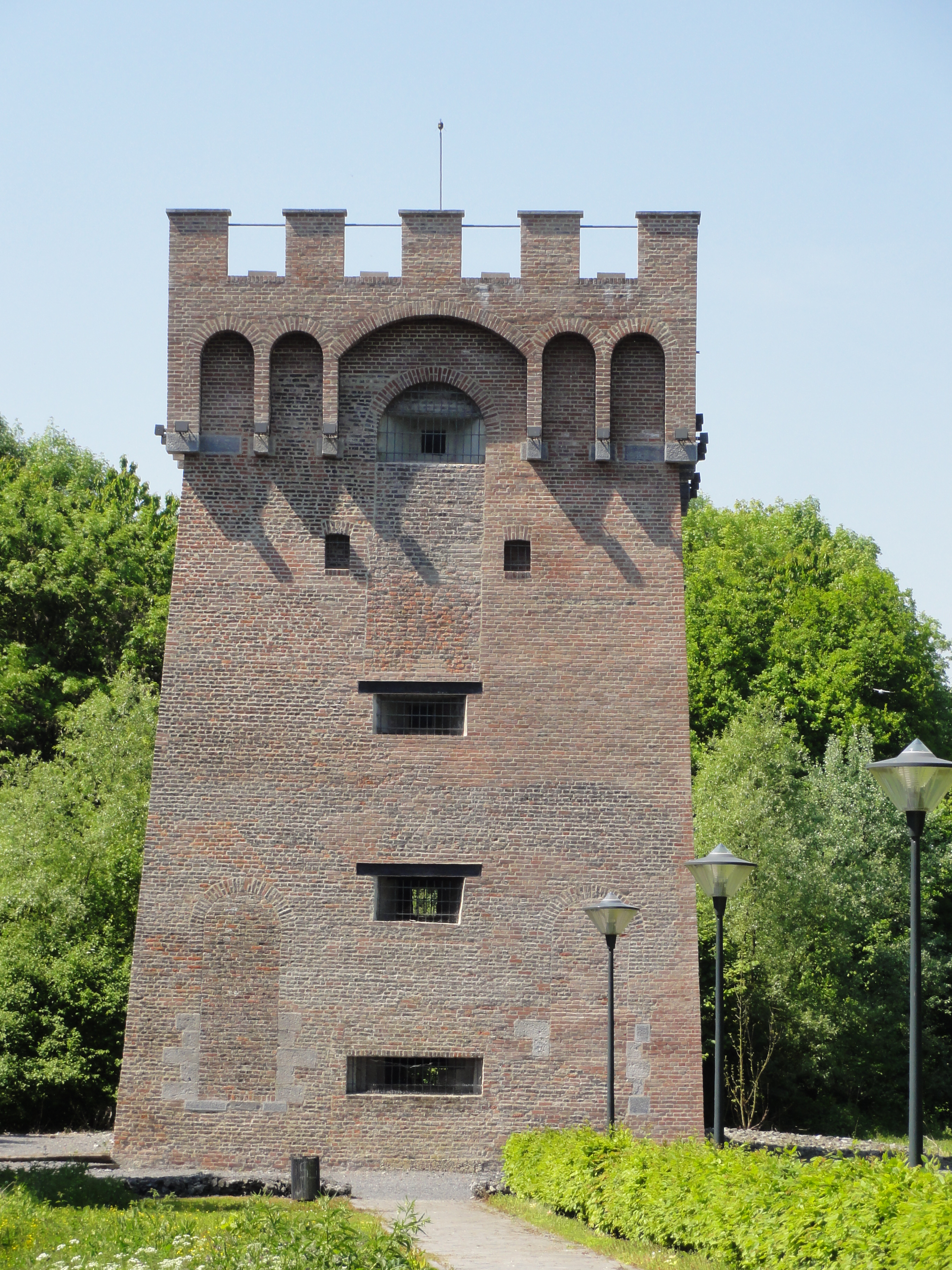
La fosse du Sarteau.
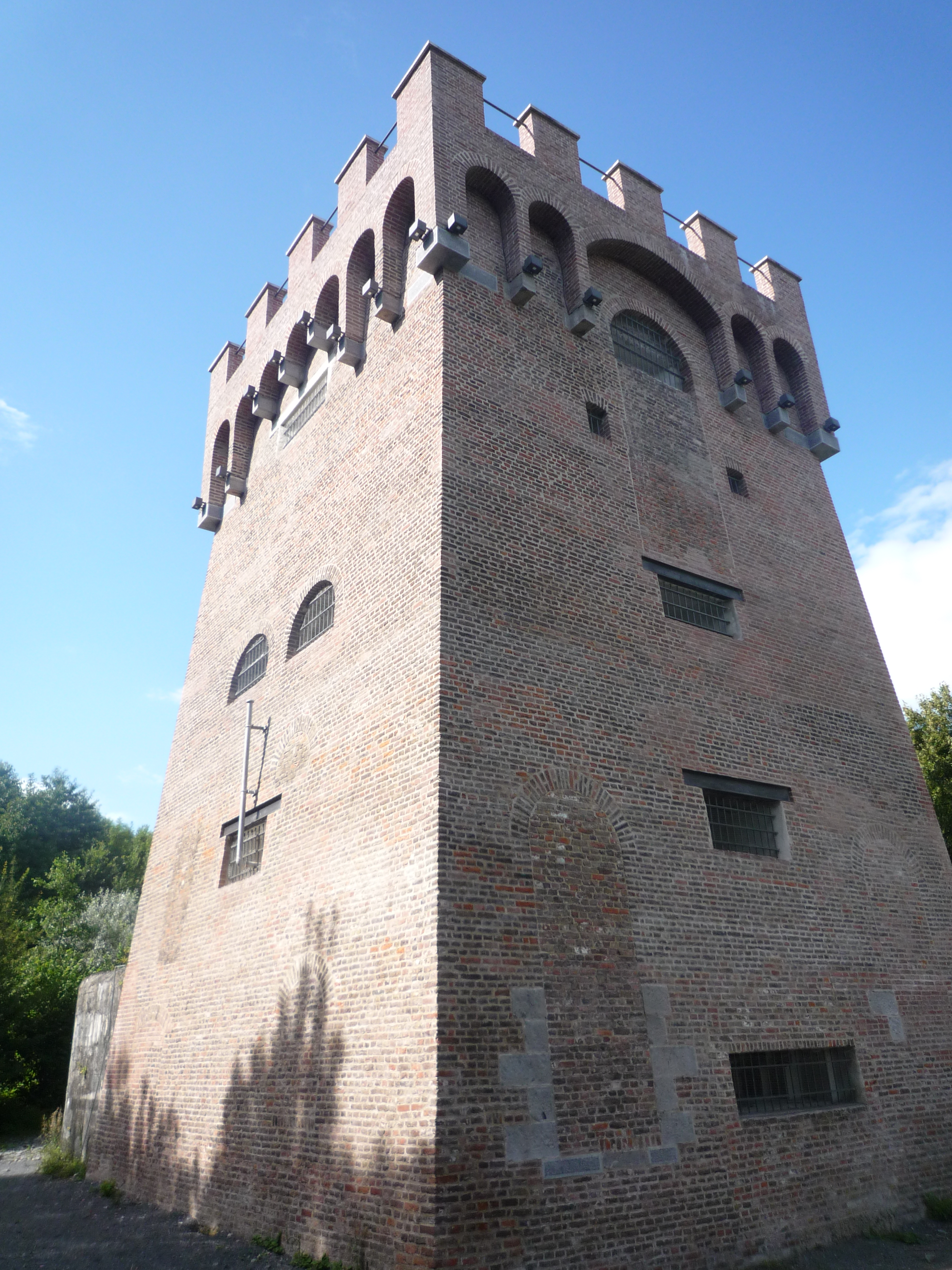
La fosse du Sarteau.
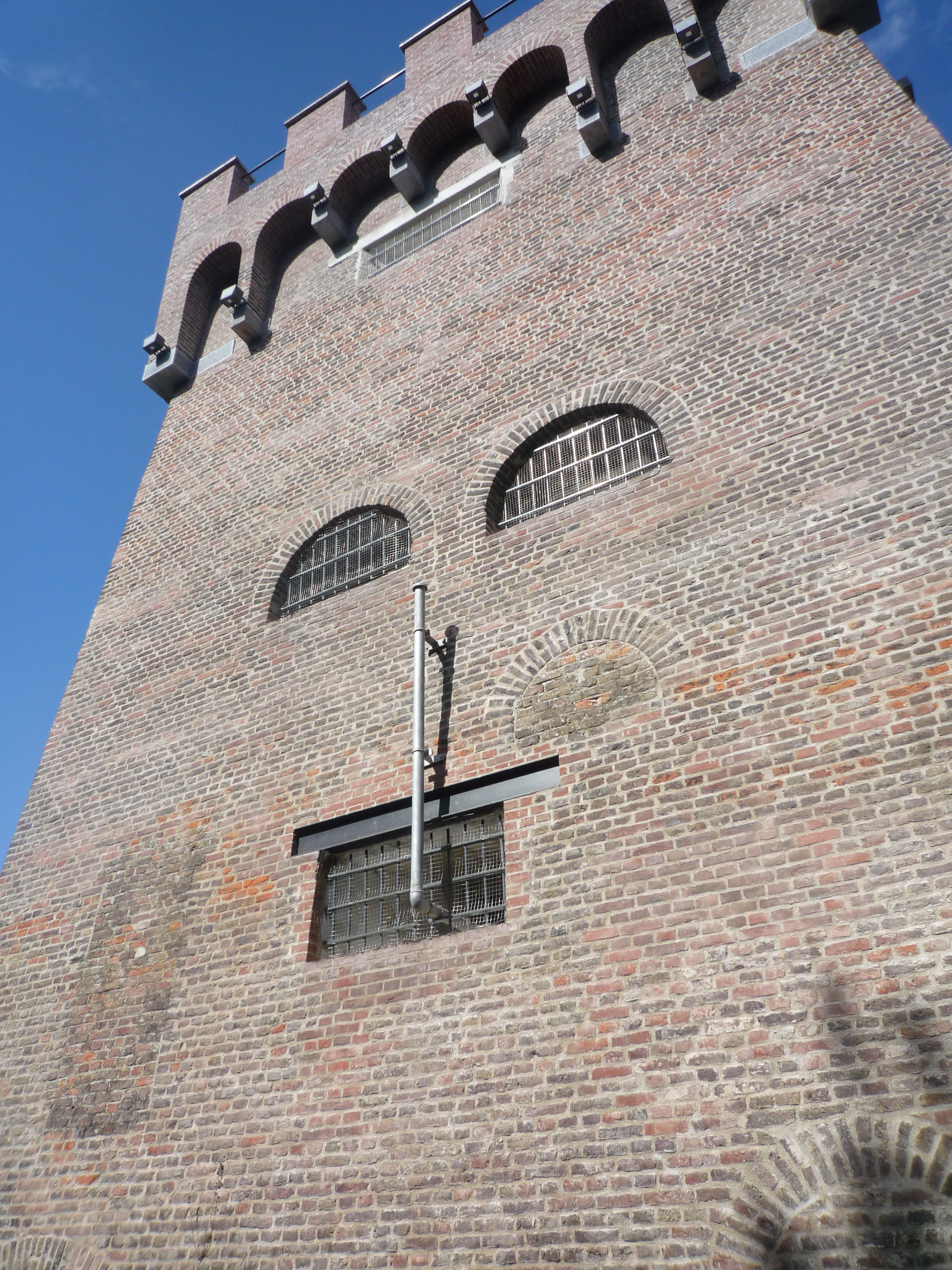
La fosse du Sarteau.
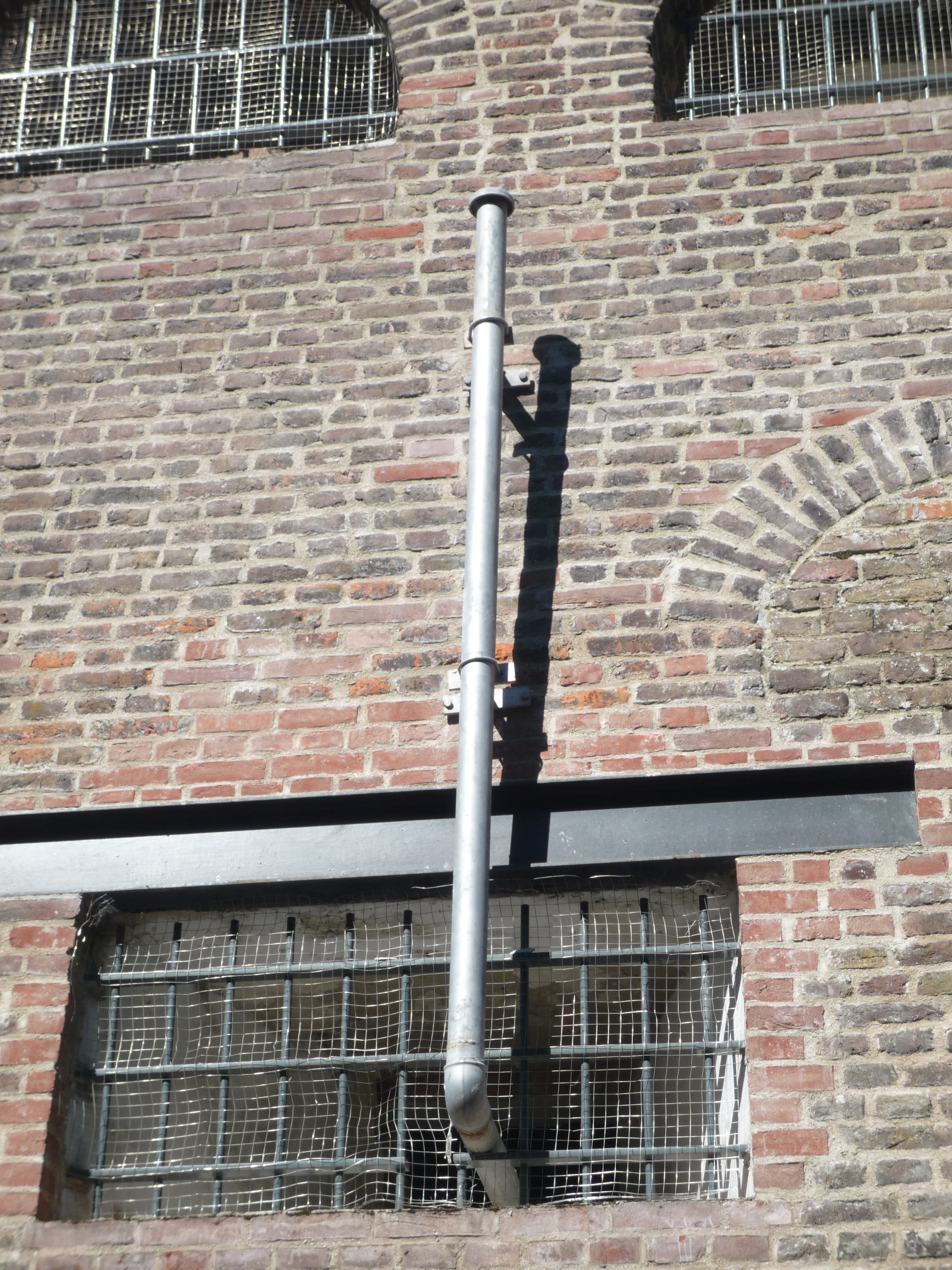
La fosse du Sarteau.
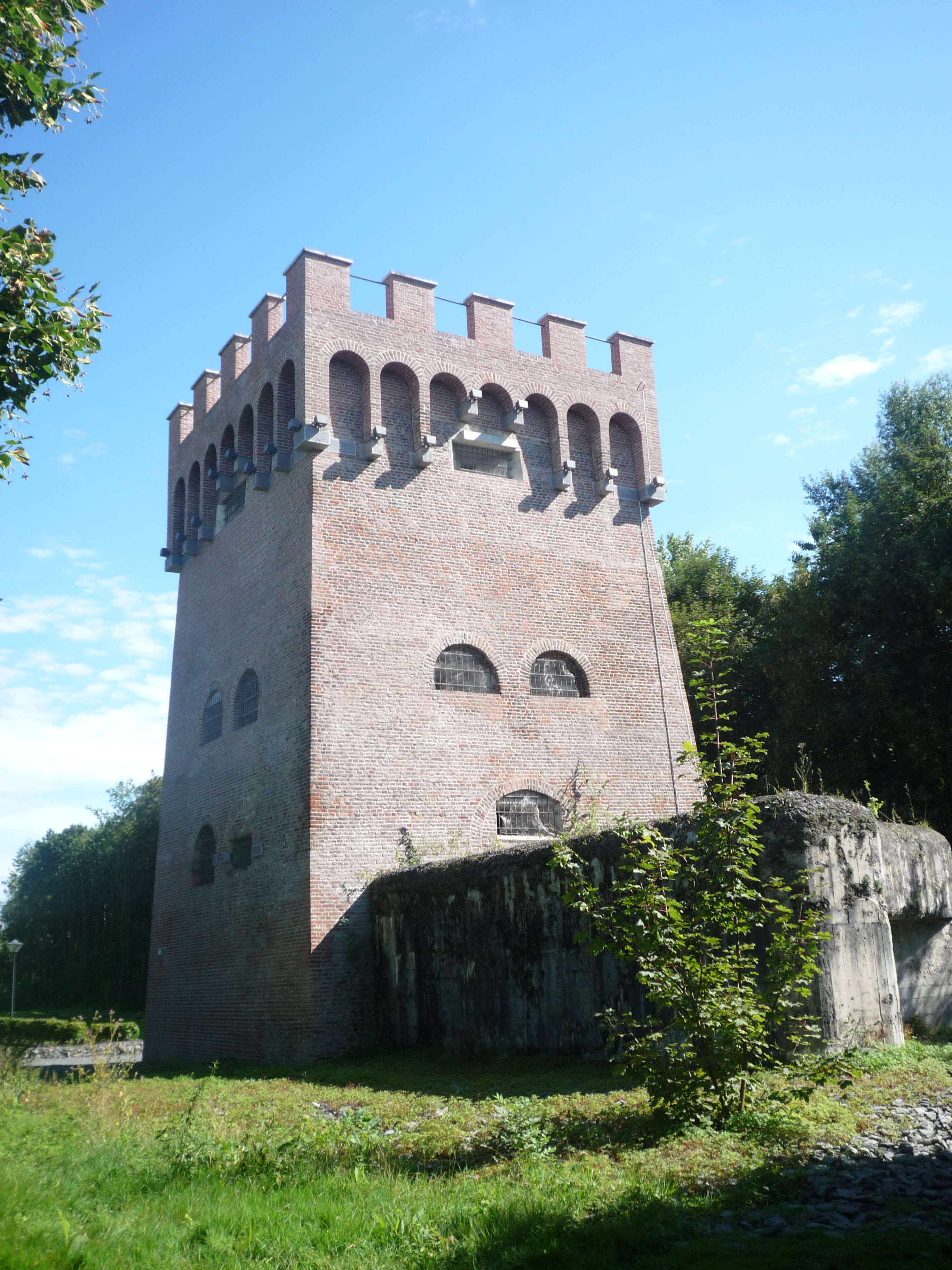
La fosse du Sarteau.
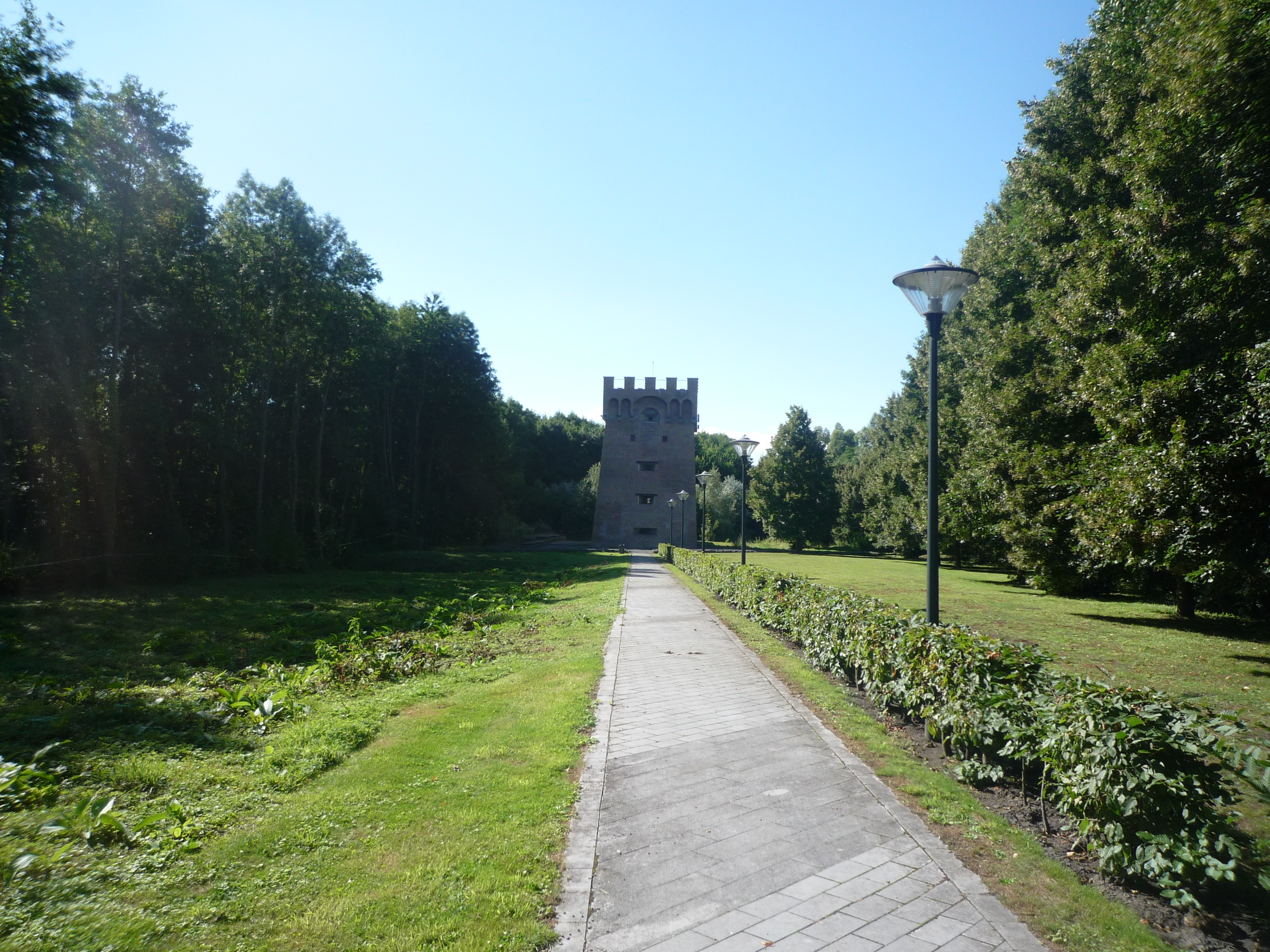
La fosse du Sarteau.

### Siteno5
Le site no 5 est constitué de trois parties reliés entre elles par le vieil Escaut :
- À l'ouest, à Hergnies, la fosse Sophie des mines d'Anzin.
- Au centre, l'étang d'affaissement minier, à Hergnies.
- À l'est, à Vieux-Condé, la cité-jardin Taffin, près de la fosse Vieux-Condé des mines d'Anzin.

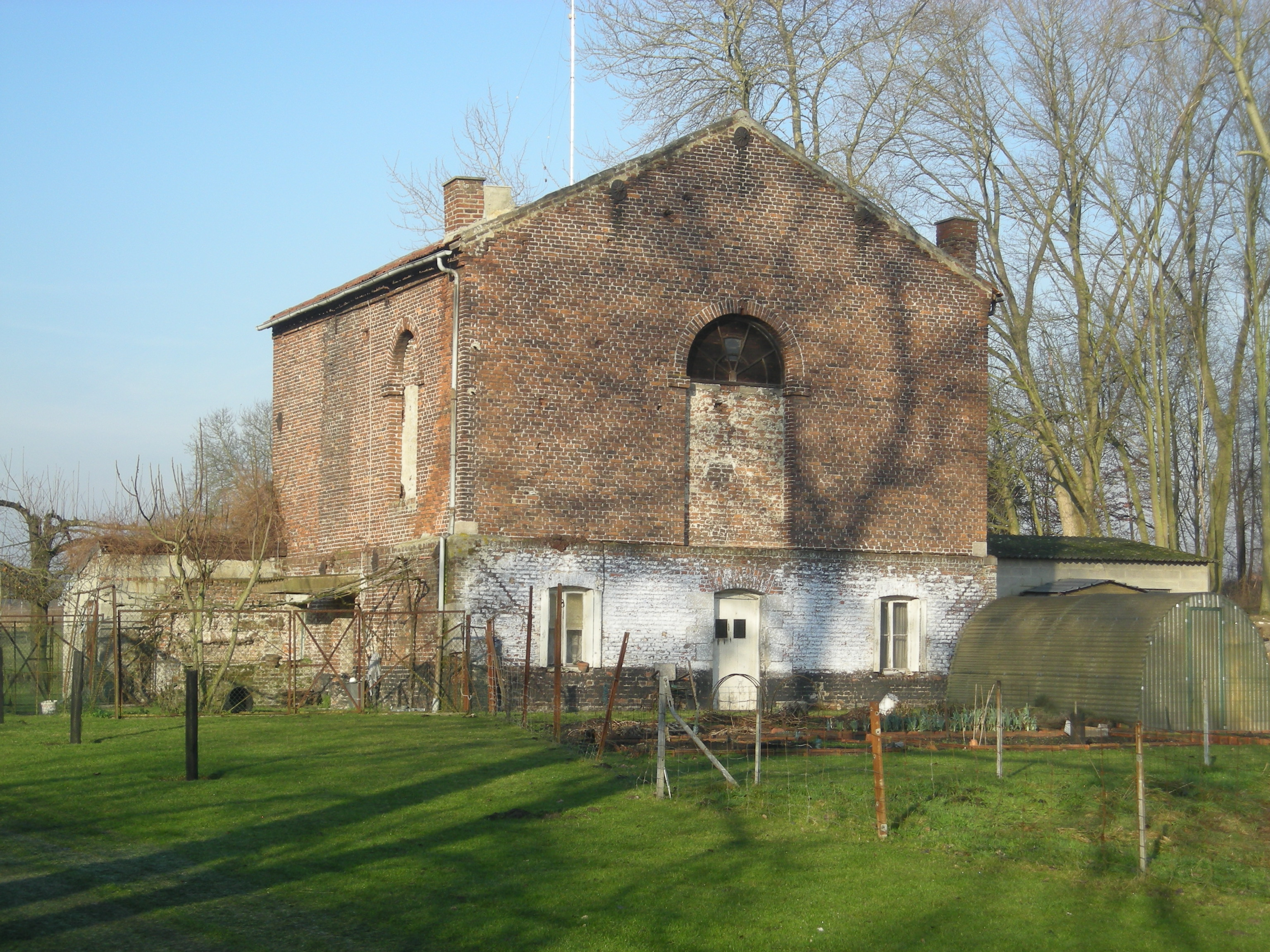
La fosse Sophie en 2007.
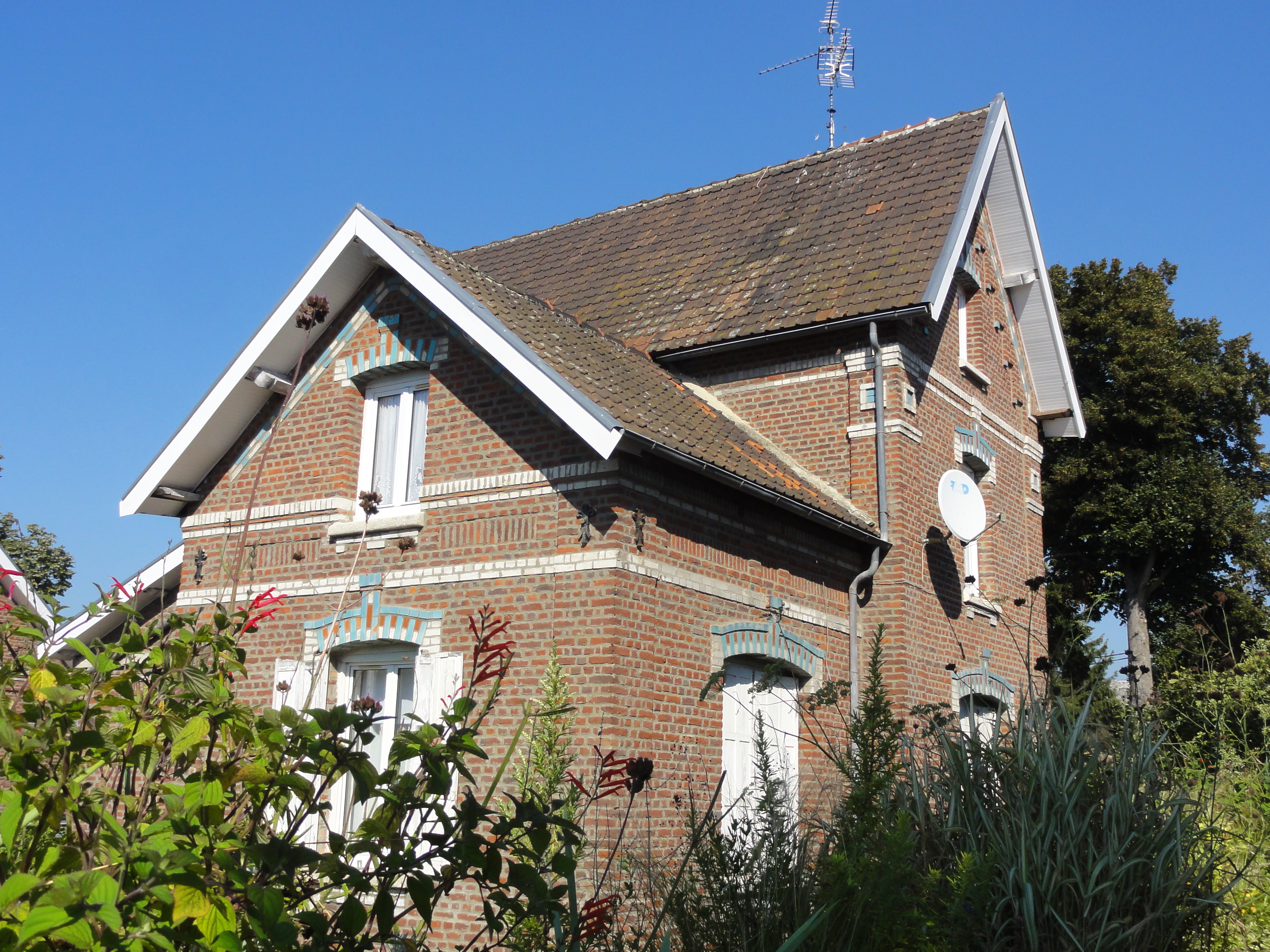
La cité Taffin.
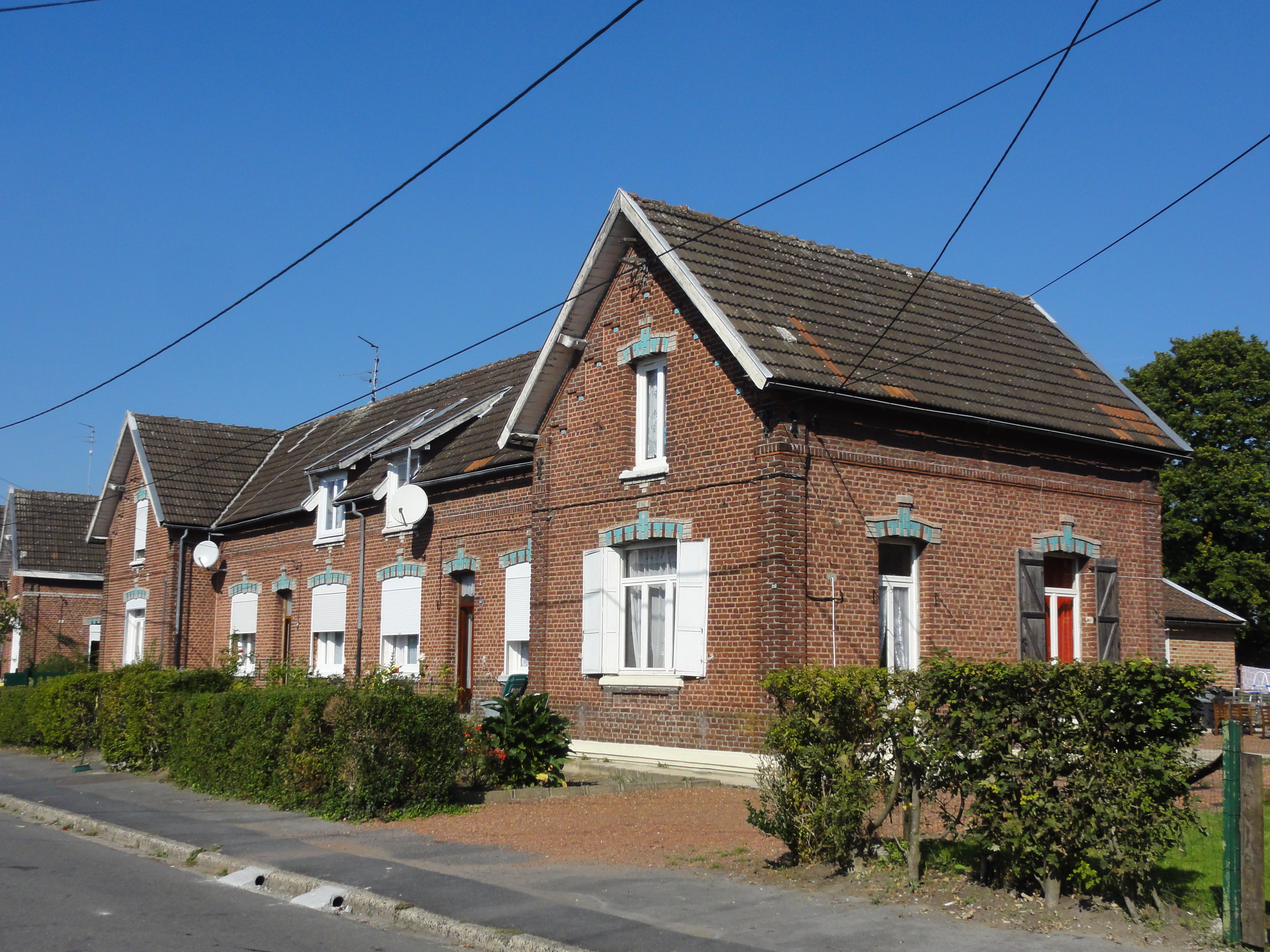
La cité Taffin.
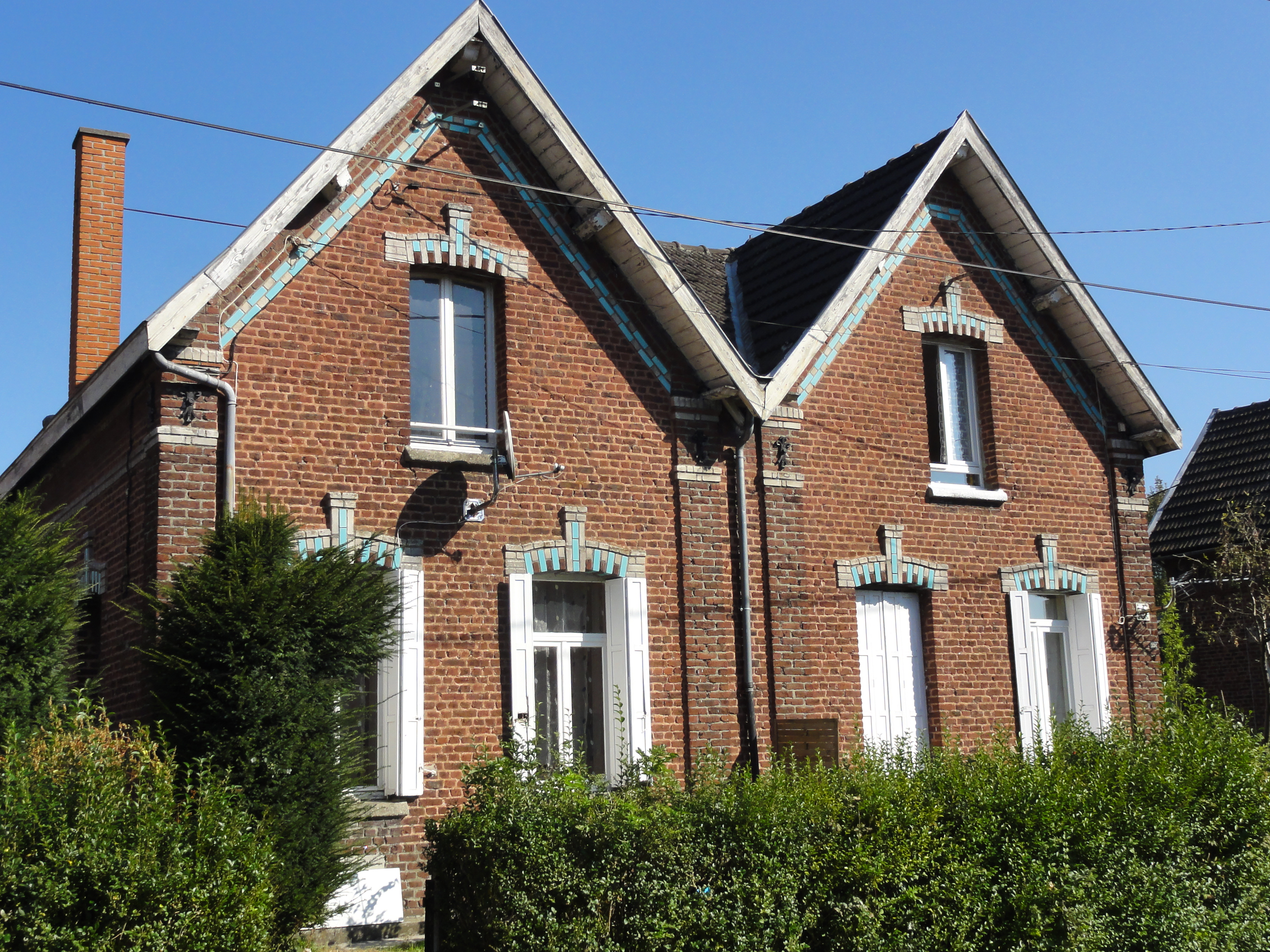
La cité Taffin.

### Siteno6
Le site no 6 est composé d'éléments situés à Fresnes-sur-Escaut : la fosse Soult no 1 des mines de Thivencelle, la cité pavillonnaire Soult ancienne, les grands bureaux de la Compagnie de Thivencelle, ayant été reconvertis en dispensaire de la Société de Secours Minière, et le château Desandrouin de la Compagnie d'Anzin.

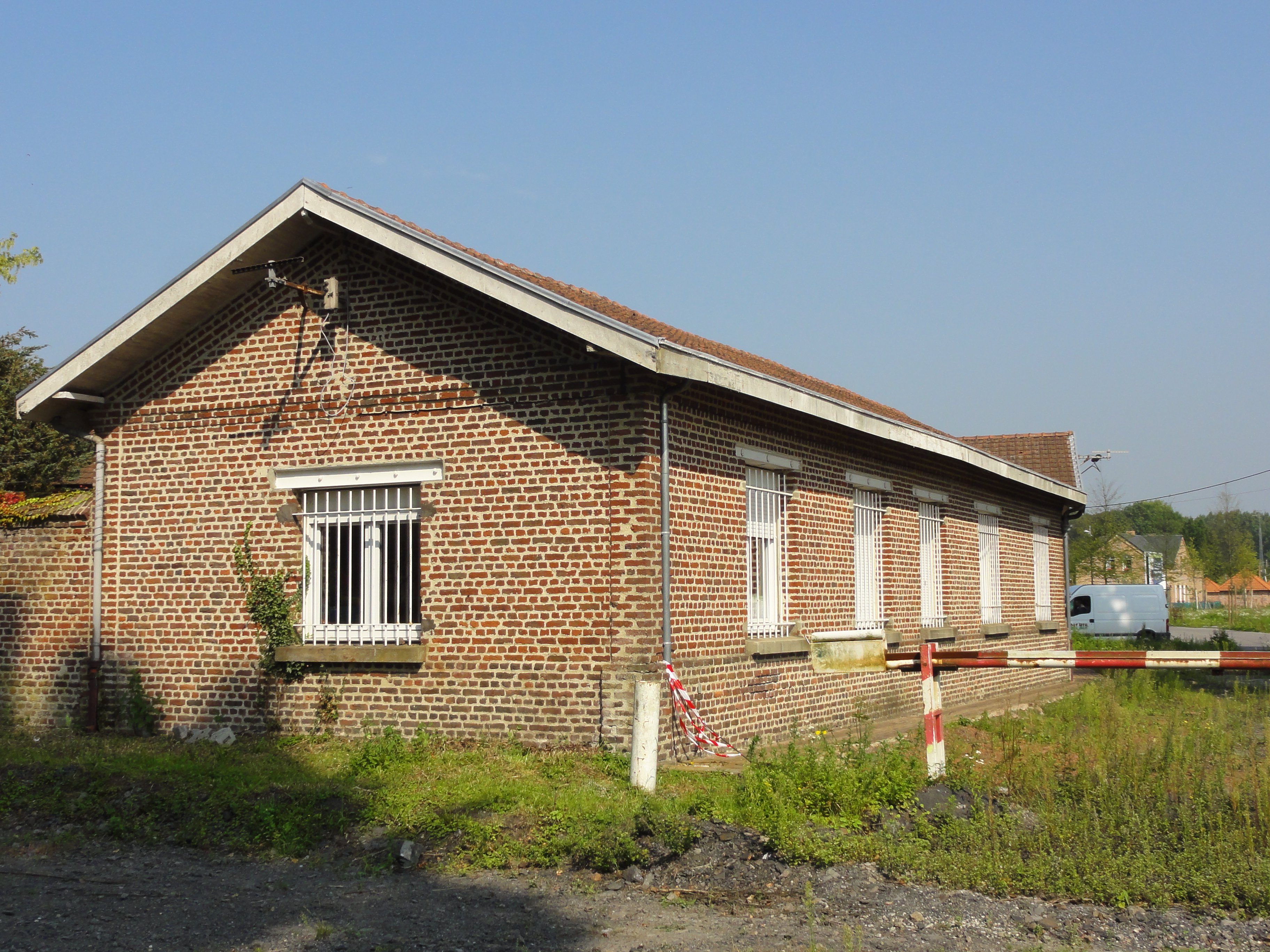
Un bâtiment de la fosse Soult no 1.
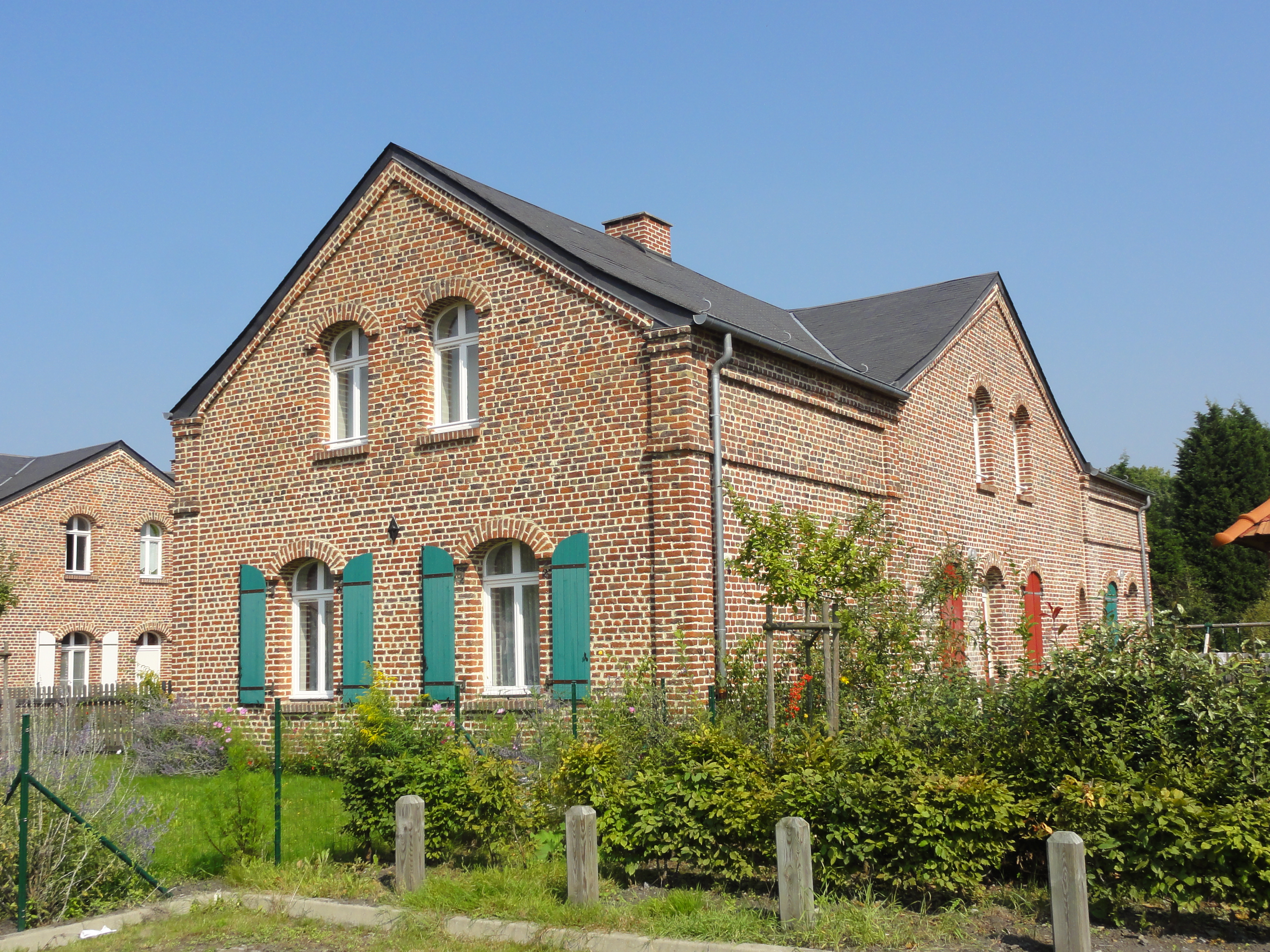
La cité Soult ancienne.
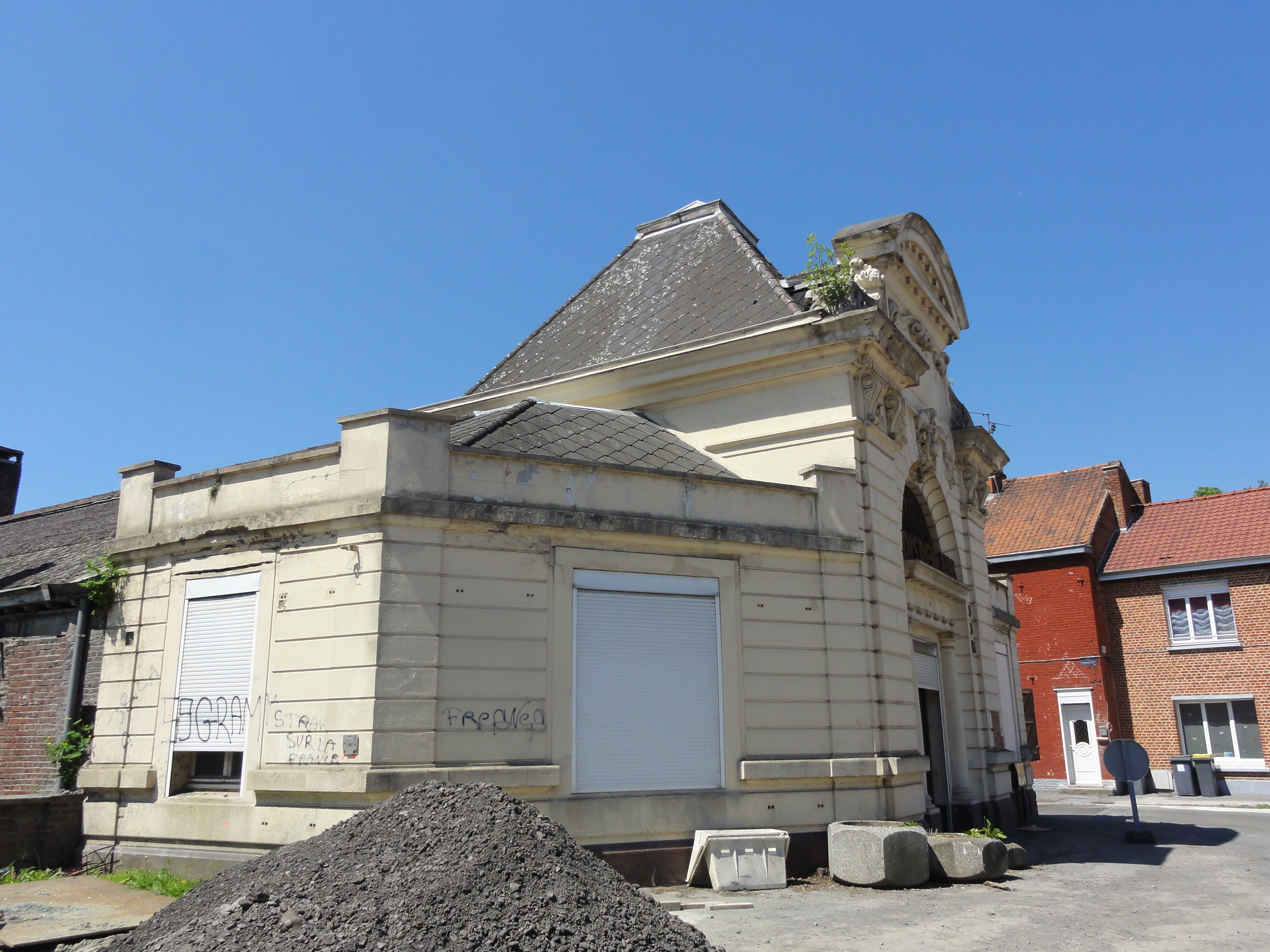
Les grands bureaux des mines de Thivencelle.
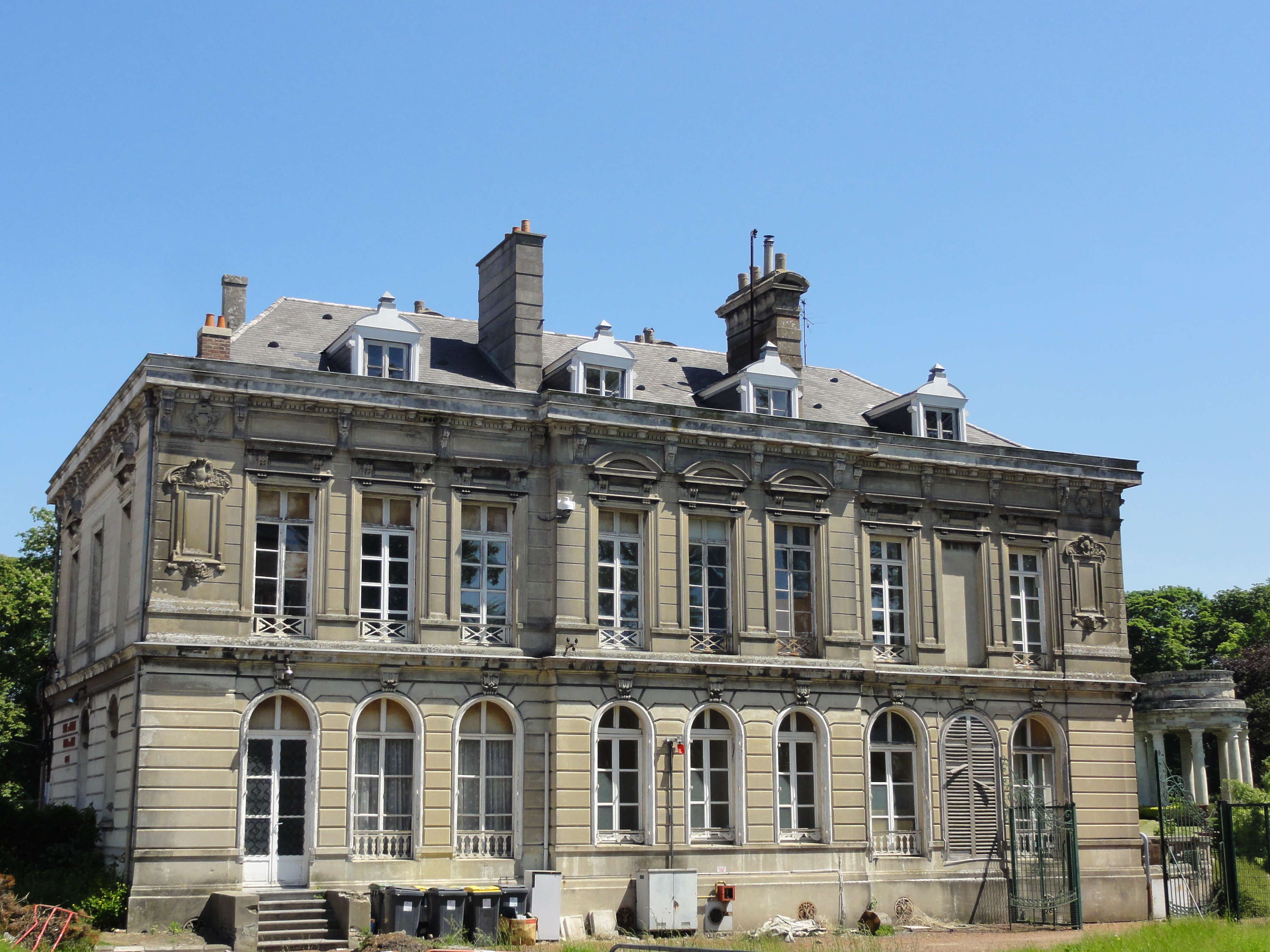
Le château de Jean-Marie Stanislas Desandrouin.

### Siteno7
Le site no 7 est constitué par la cité-jardin de la Solitude, à Vieux-Condé, liée à la fosse Ledoux.

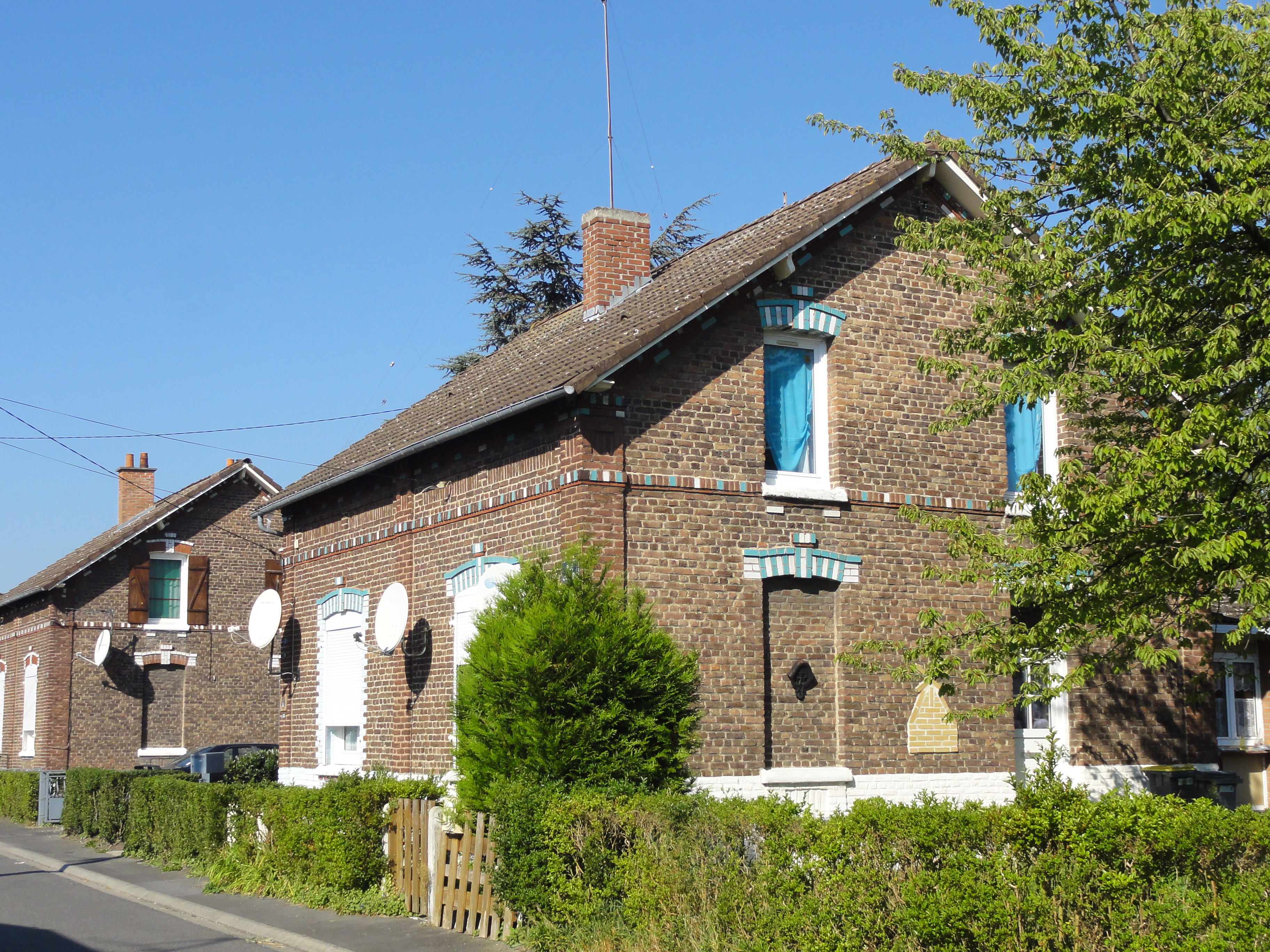
La cité de la Solitude.
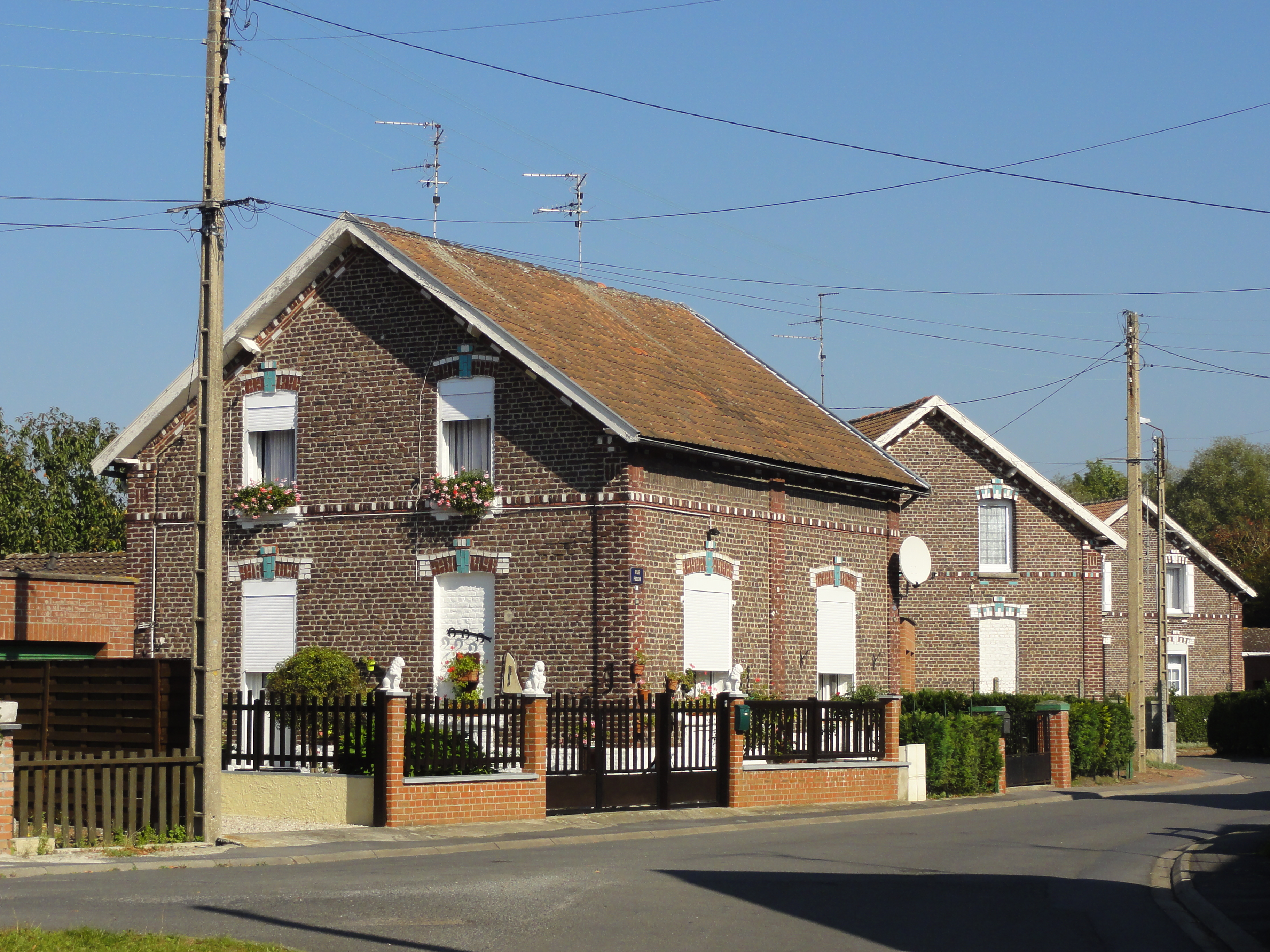
La cité de la Solitude.
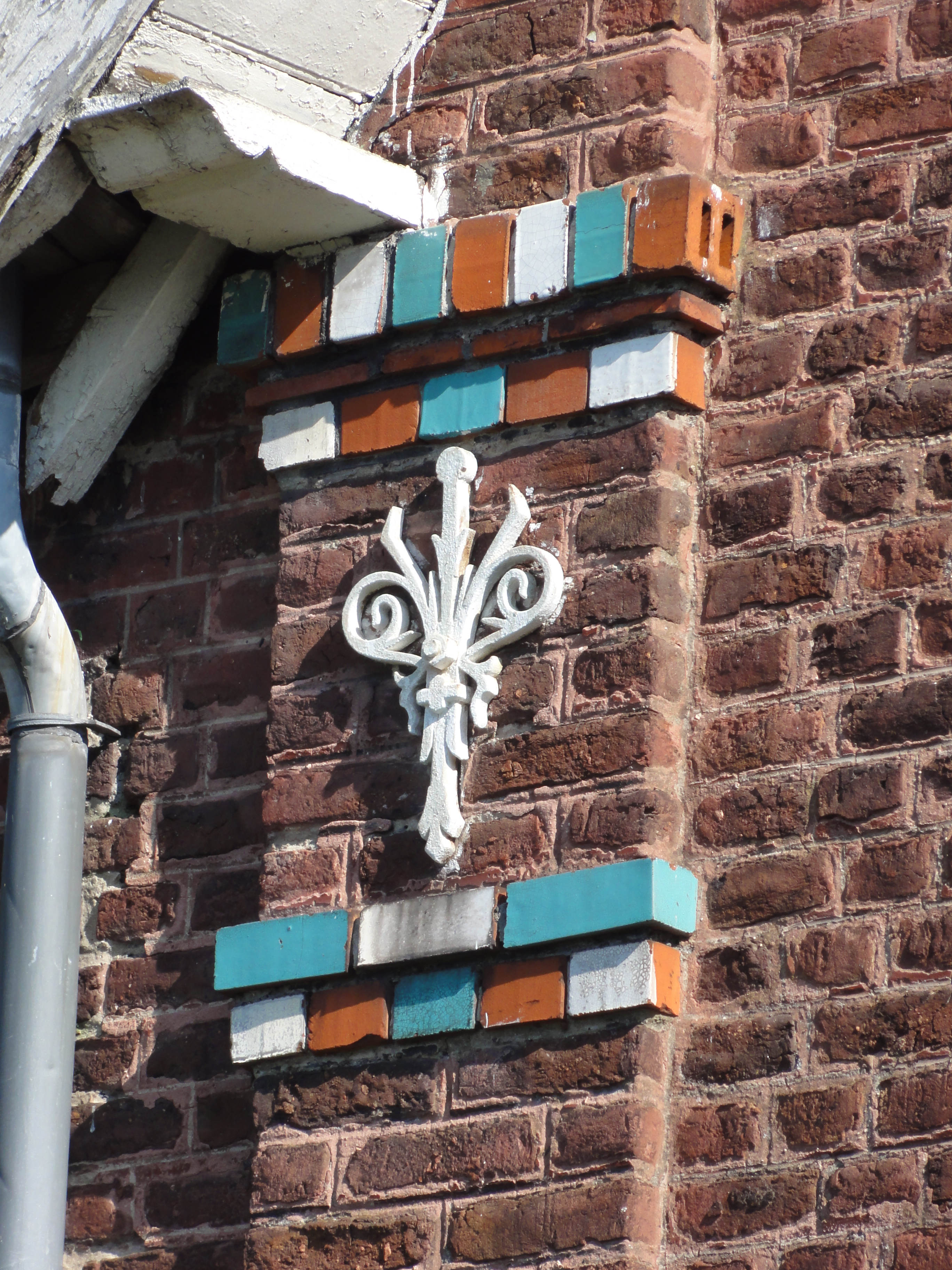
La cité de la Solitude.
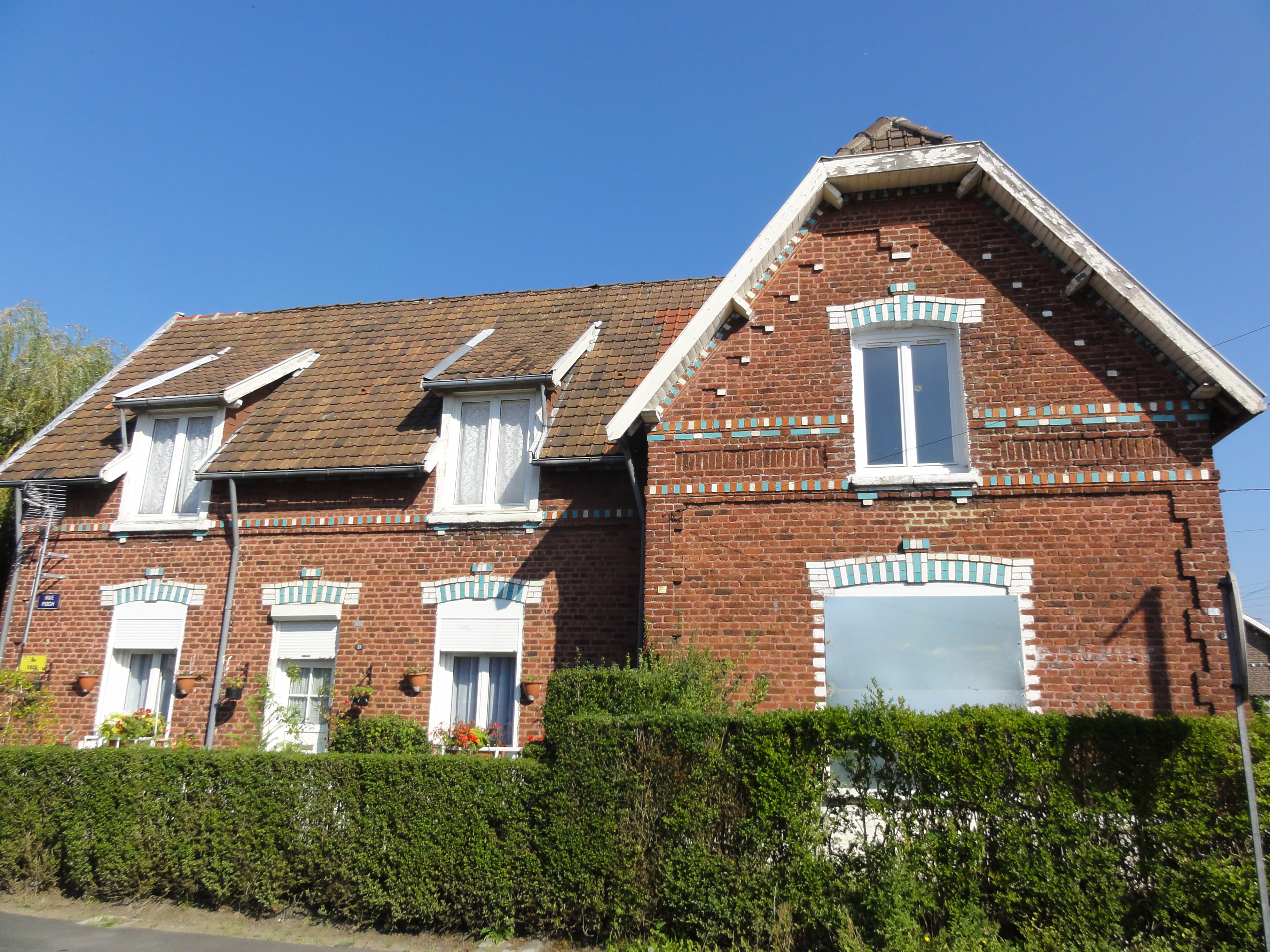
La cité de la Solitude.
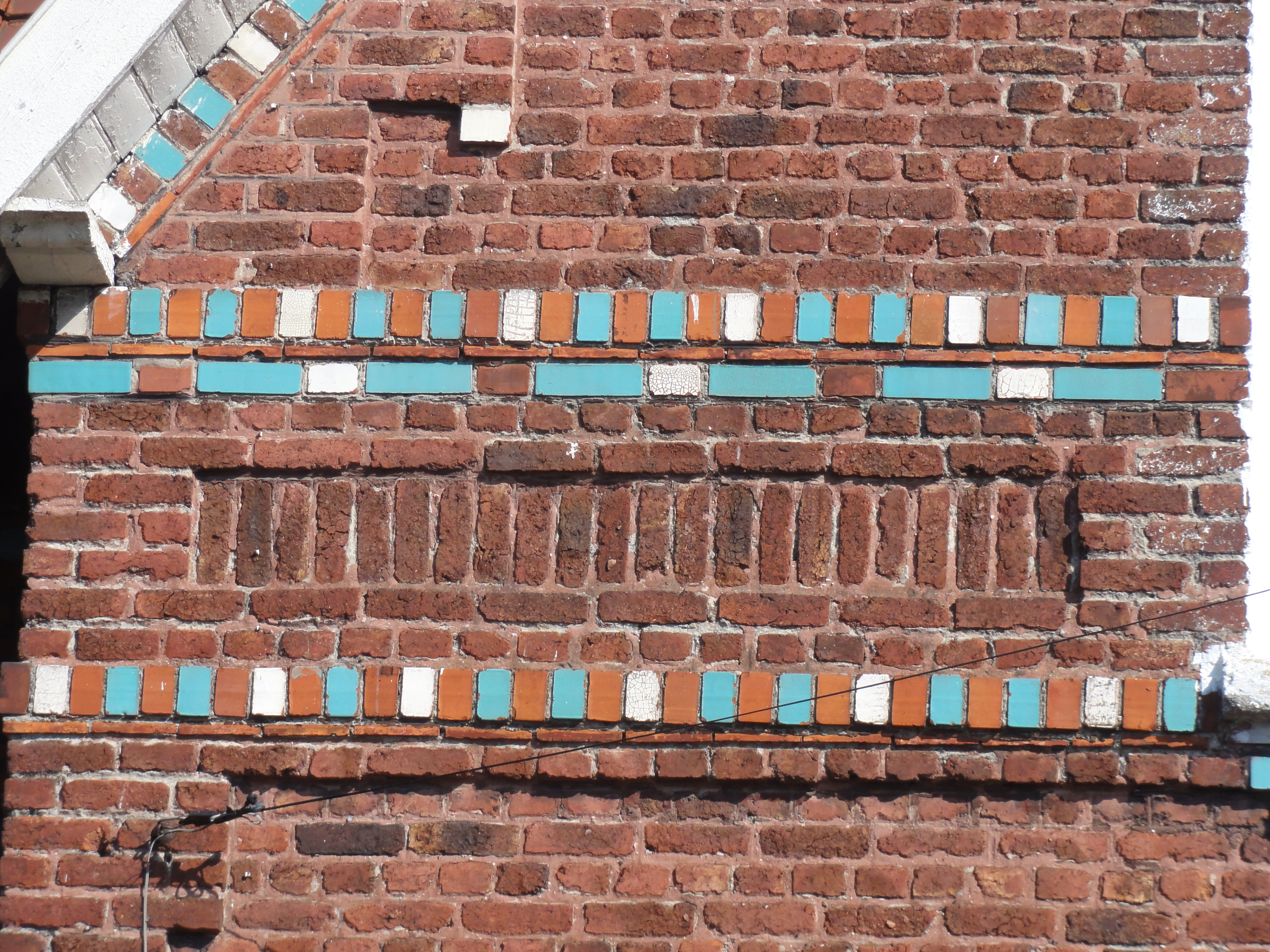
La cité de la Solitude.
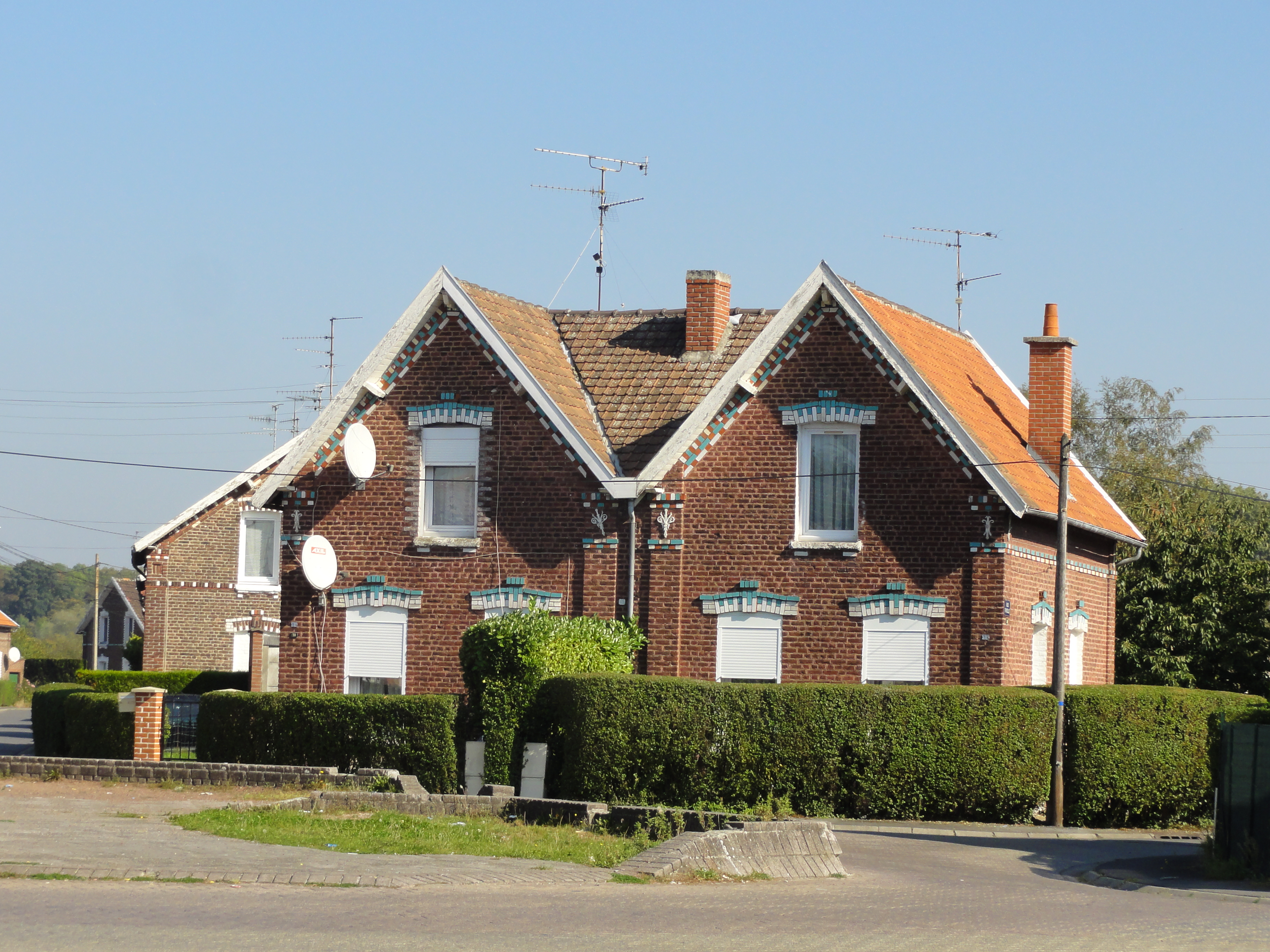
La cité de la Solitude.

### Siteno8
Le site no 8 est un des plus volumineux et des plus étendus du bassin minier. Il est possible de le subdiviser en différents secteurs :
- Au sud-ouest, et au sud, sont classés le chevalement de la fosse Sabatier des mines d'Anzin à Raismes, le terril décapité no 174, Sabatier Sud[T 1], le terril conique no  175, Sabatier Nord[T 2], et le terril no 175A, Sabatier Nord plat[T 3], ainsi que la cité pavillonnaire Sabatier, la cité-jardin du Pinson ancienne, son église Sainte-Cécile, son presbytère et son école, et la cité moderne du Pinson nouvelle.
- Au centre, à Raismes, le terril tabulaire no 176, Lavoir Rousseau[T 4], est classé.
- Au centre-est, le classement concerne la cité moderne Ledru-Rollin à Bruay-sur-l'Escaut, la cité moderne Thiers nouvelle à Bruay-sur-l'Escaut et Escautpont, la cité pavillonnaire Brunehaut et son groupe scolaire à Escautpont, issus de la fosse Thiers, ainsi que la cité pavillonnaire Lagrange à Raismes, issue quant à elle de la fosse La Grange.
- À l'extrême nord-est, le classement concerne le secteur de la fosse Ledoux des mines d'Anzin à Condé-sur-l'Escaut avec, en premier lieu, le chevalement de son puits no 1, puis la cité-jardin des Acacias, les cités pavillonnaires Chabaud-Latour et Lorette, ensuite, les étangs d'affaissement Chabaud-Latour, enfin, les terrils plats nos 195 et 195A, Ledoux Nouvelle Route[T 5] et Ledoux Moulineaux[T 6], et le terril conique no 196, Ledoux Lavoir[T 7].
- Tous ces éléments, parfois distants les uns des autres de plusieurs kilomètres, sont reliés entre eux par d'anciennes voies ferrées : une section de la ligne de Somain à Péruwelz entre Raismes et Vieux-Condé, permettant ainsi de classer la gare de Fresnes-sur-Escaut et une cabine d'aiguillage à Vieux-Condé, l'embranchement de la fosse Sabatier au sud-ouest, et l'embranchement de la fosse Ledoux au nord-est.

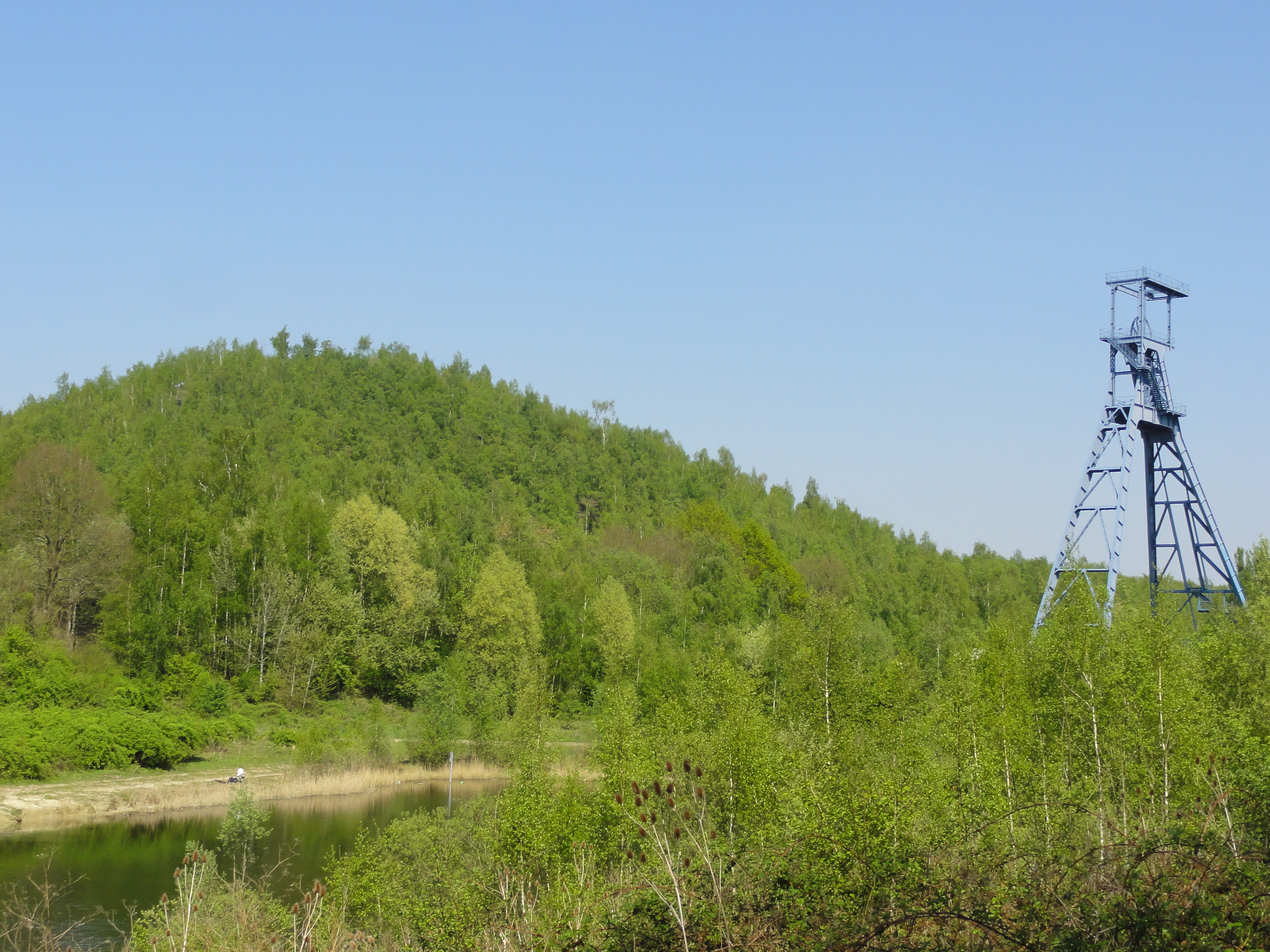
Le terril no 175 et le chevalement Sabatier no 2.
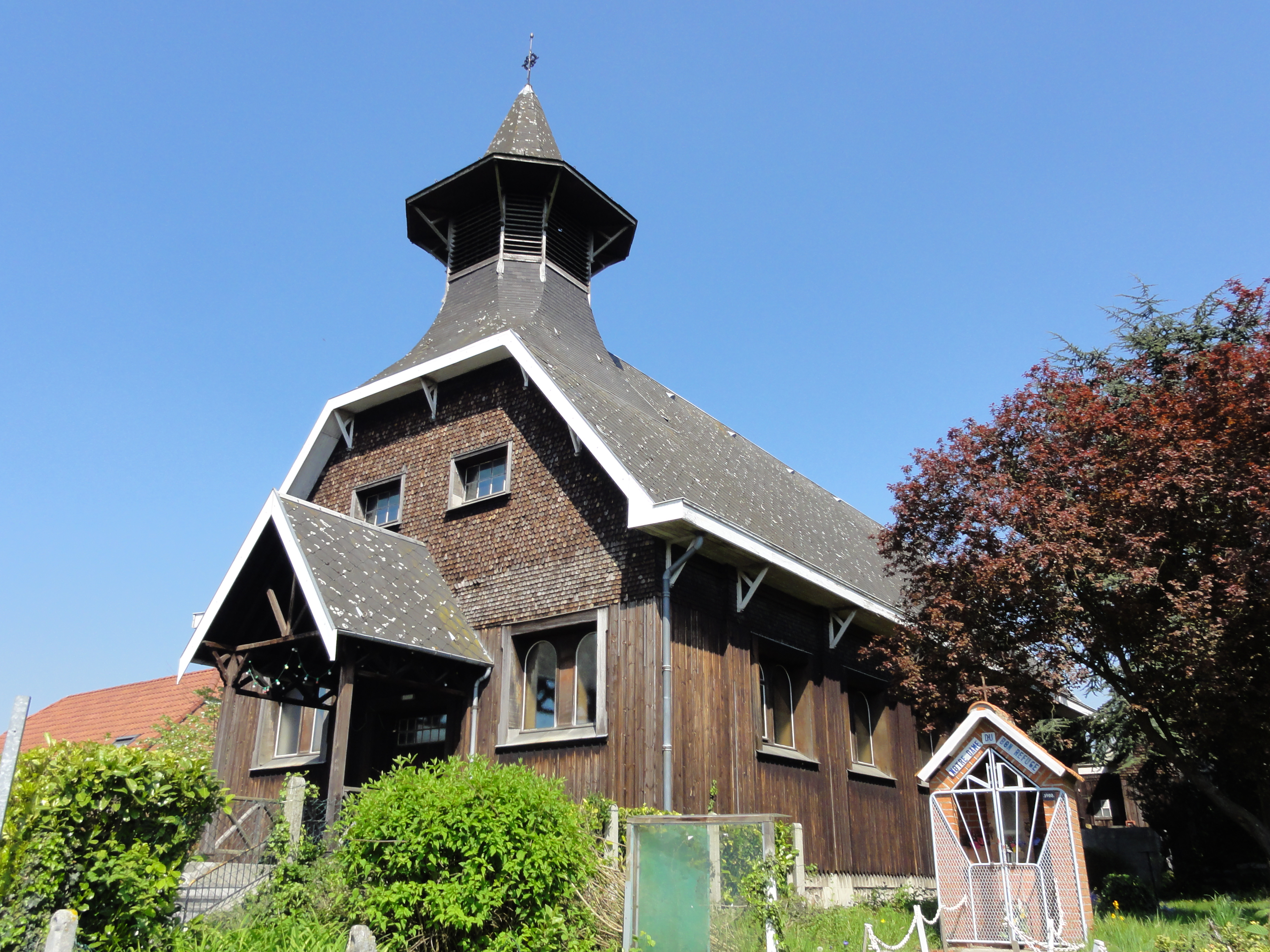
L'église Sainte-Cécile.
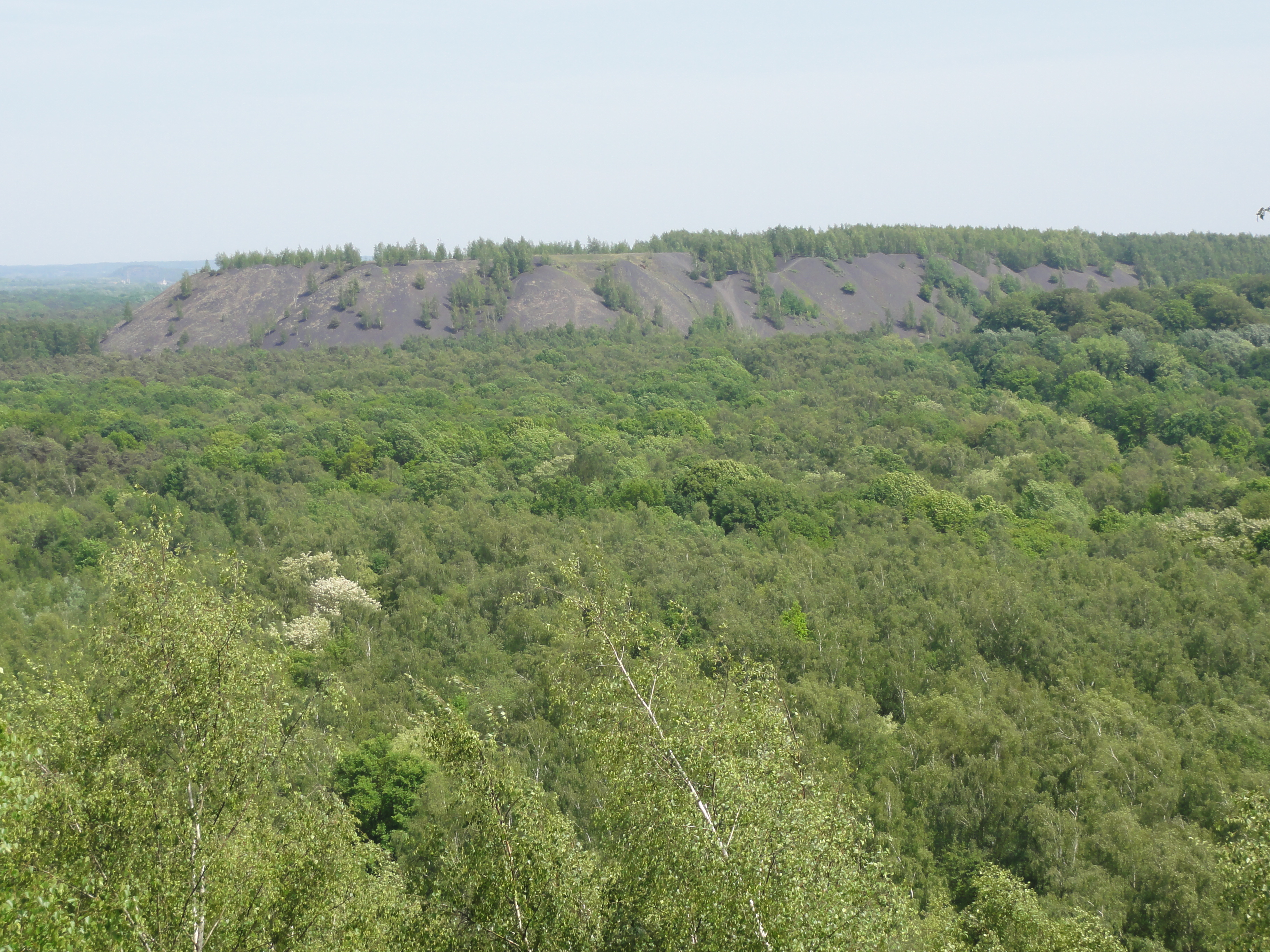
Le terril no 176, Lavoir Rousseau.
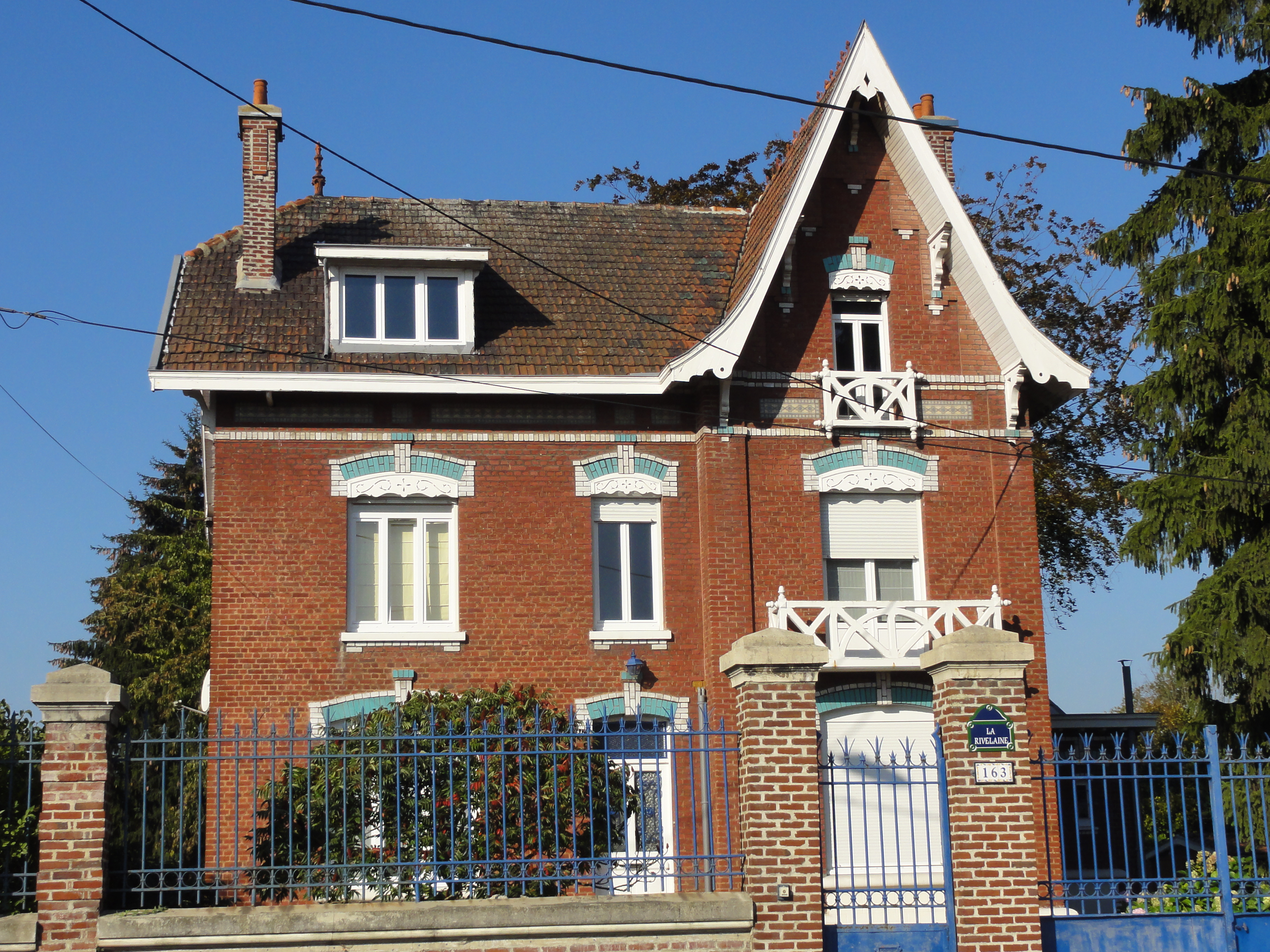
Une maison d'ingénieur à Escautpont.
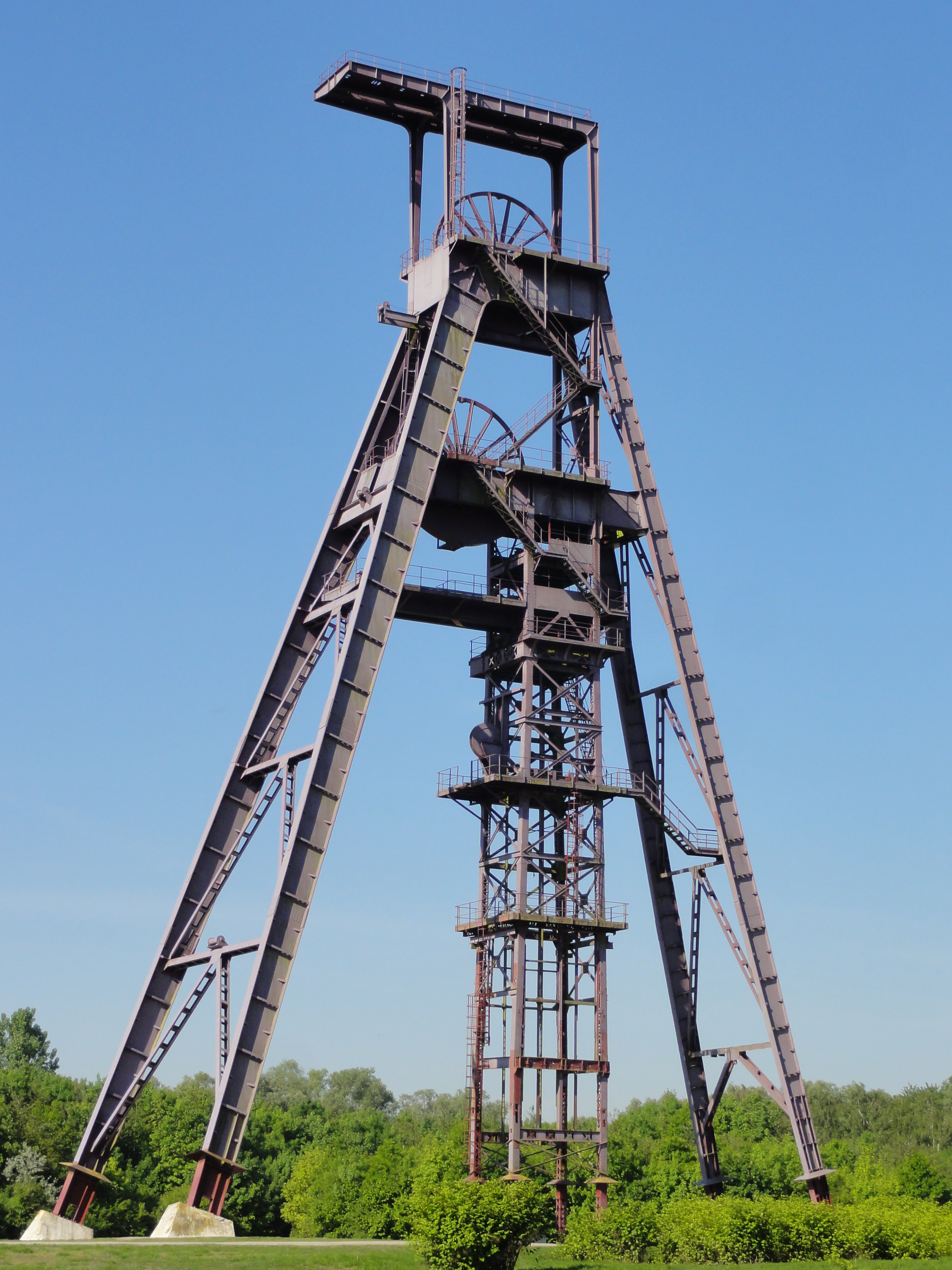
Le chevalement Ledoux no 1.
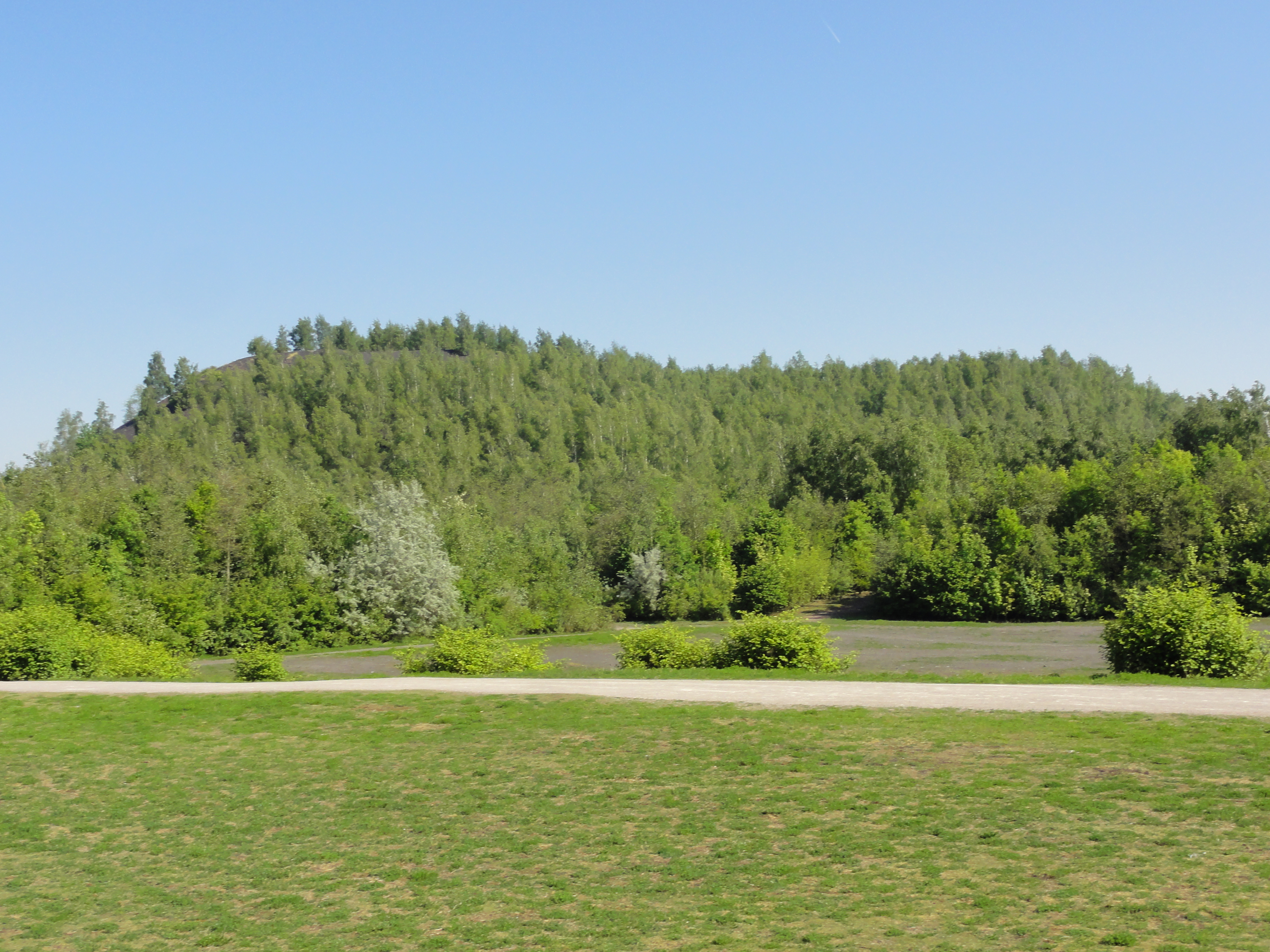
Le terril no 196, Ledoux Lavoir.

### Siteno9
Le site no 9 est formé par la cité-jardin du Rivage ancienne.

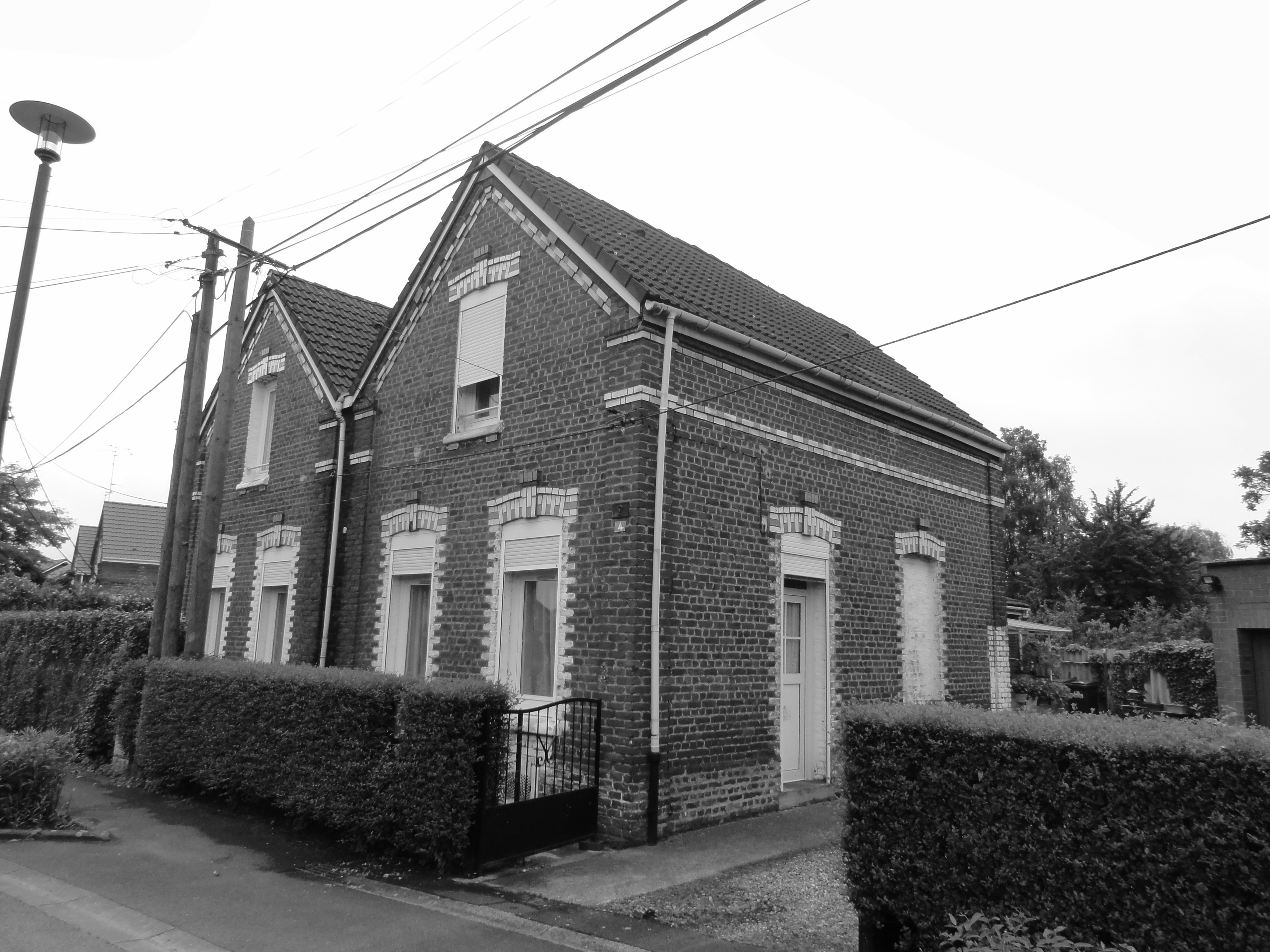
La cité du Rivage Ancienne.
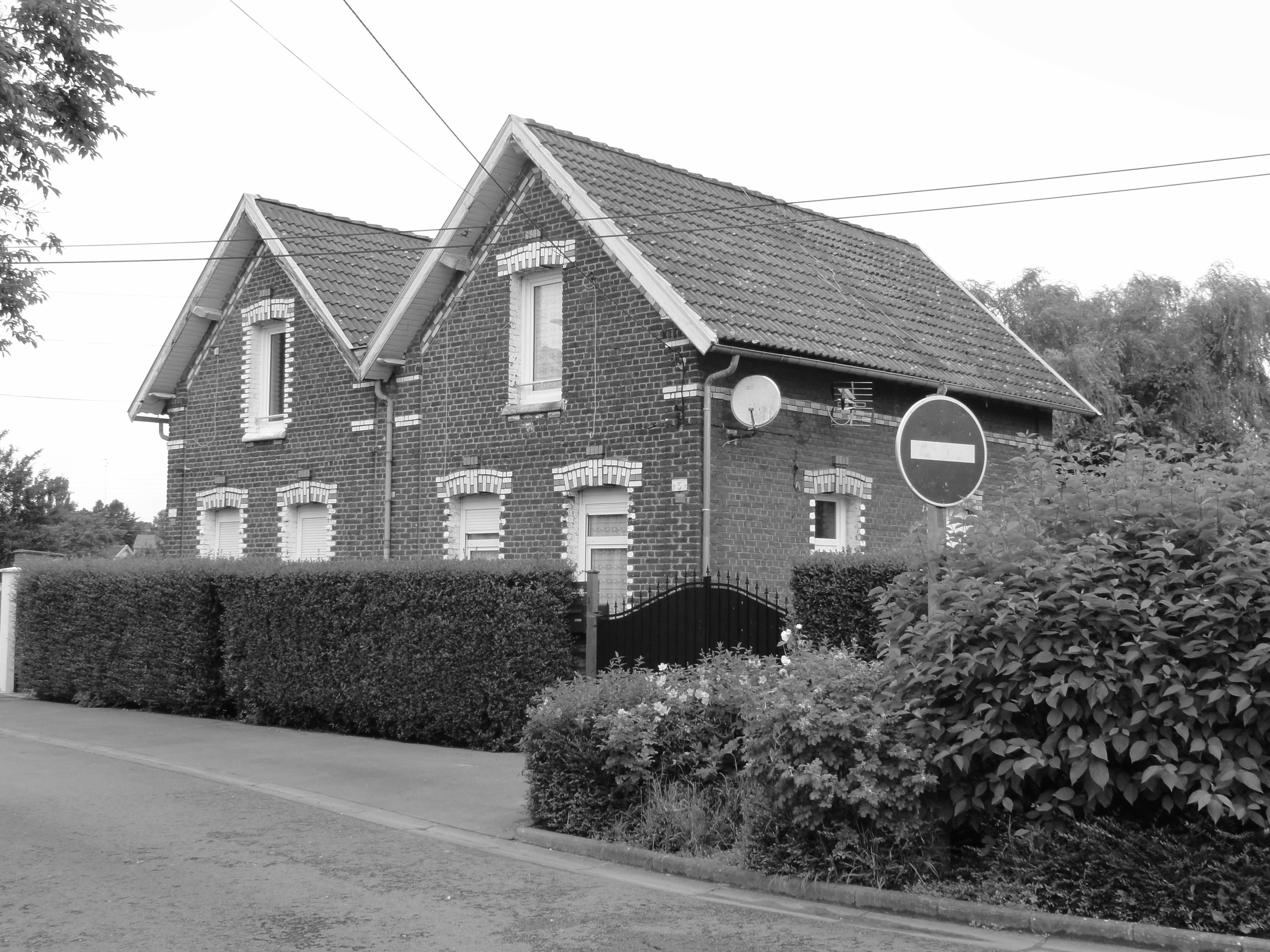
La cité du Rivage Ancienne.
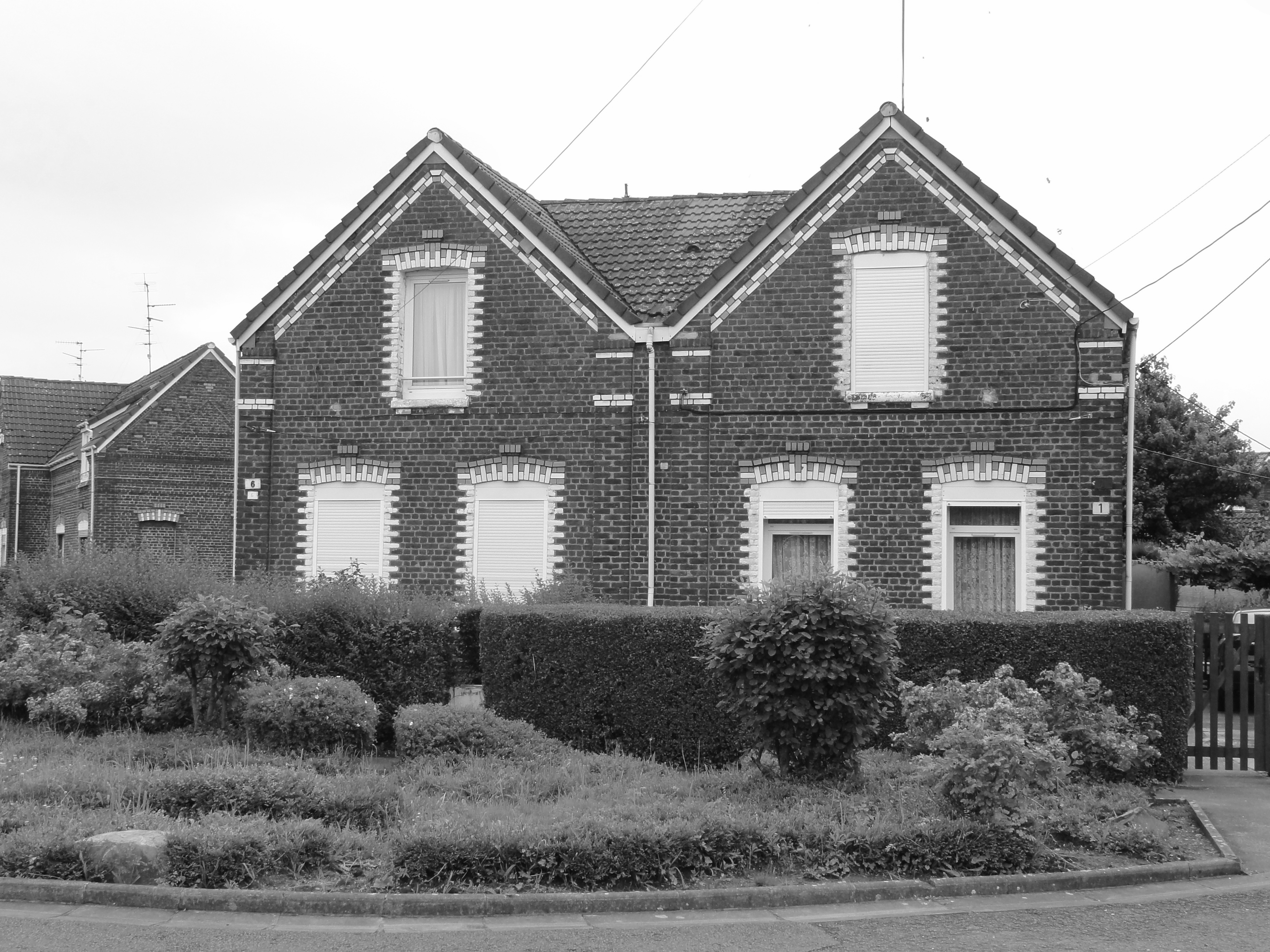
La cité du Rivage Ancienne.
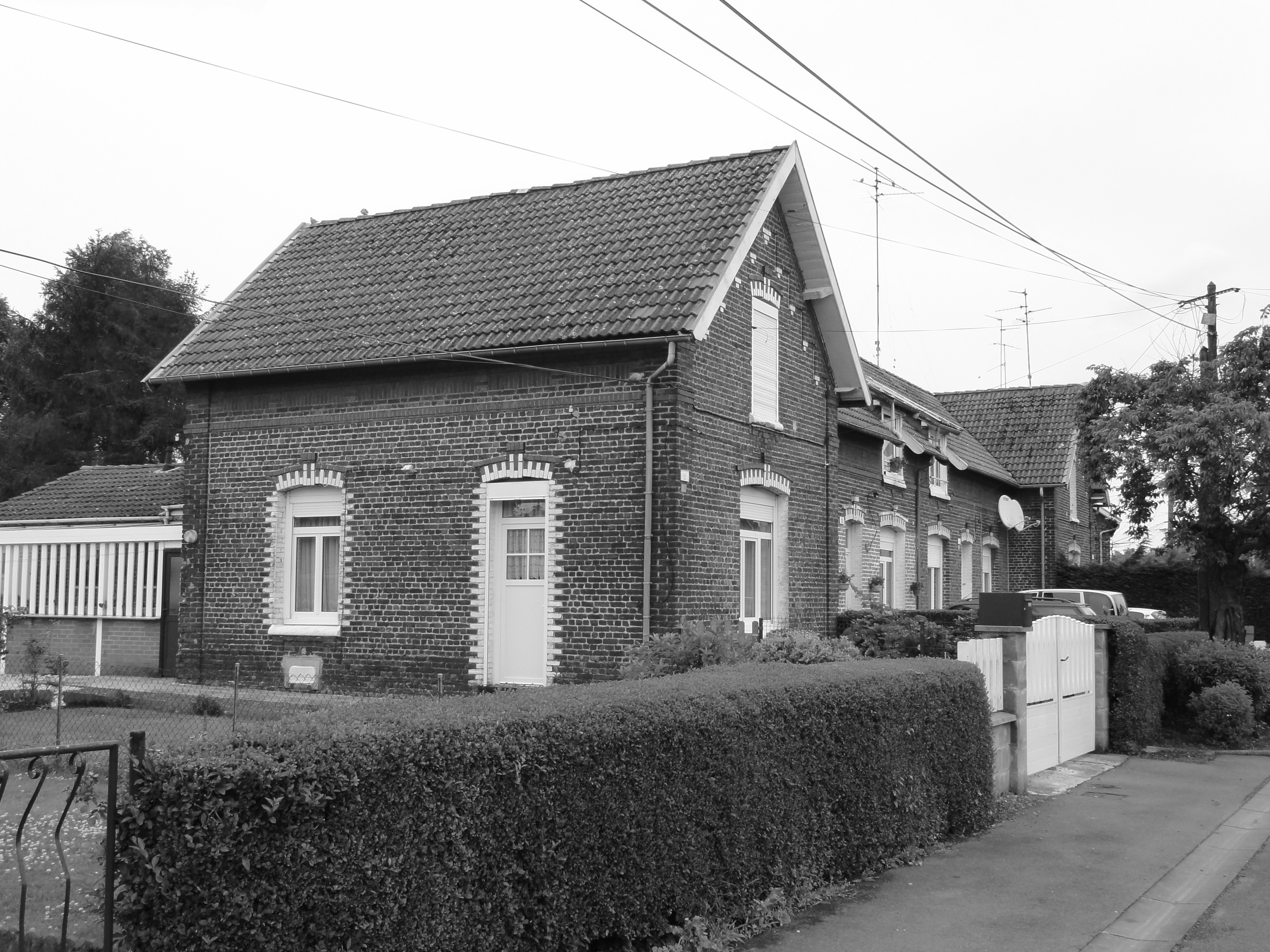
La cité du Rivage Ancienne.
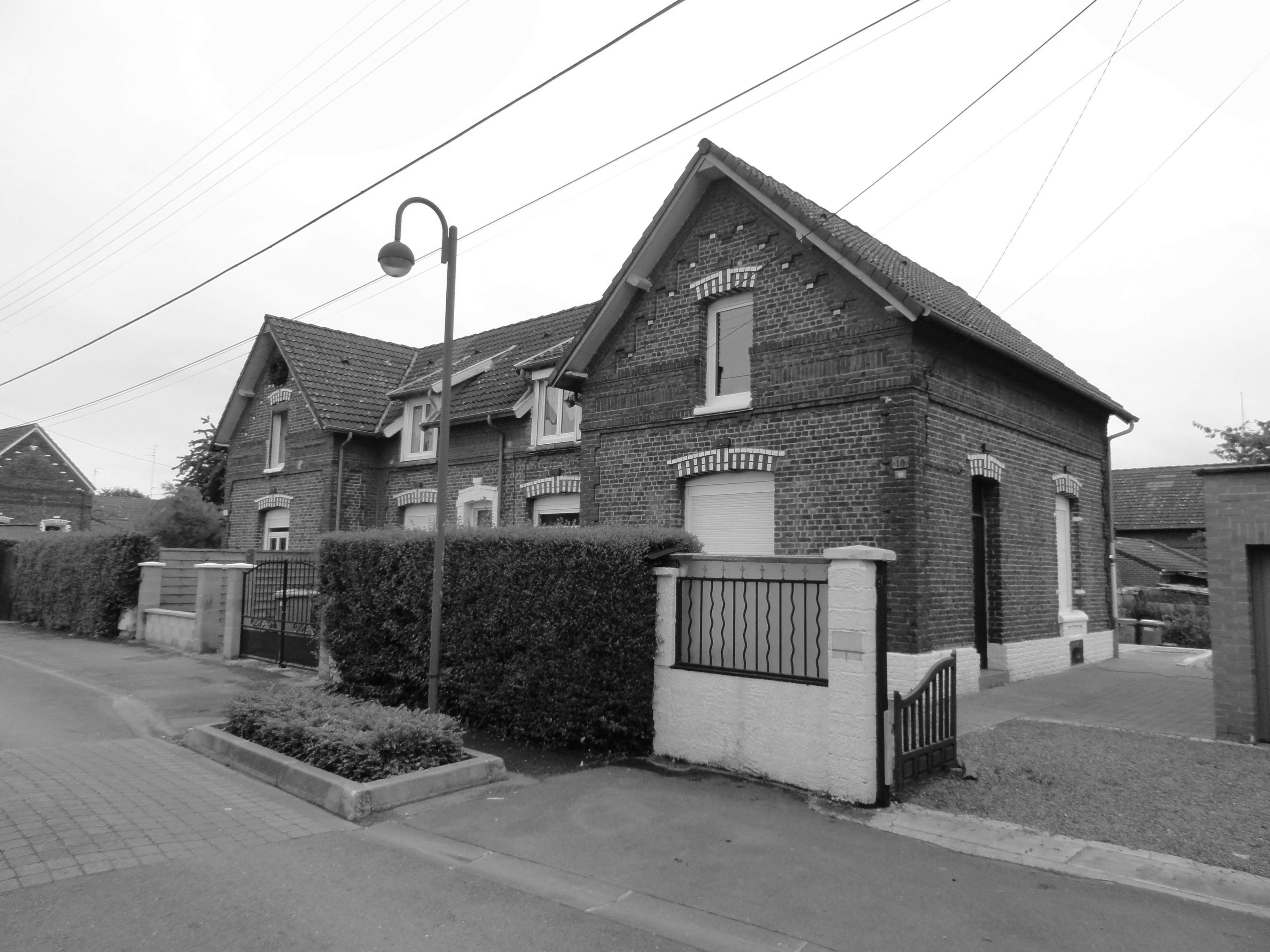
La cité du Rivage Ancienne.
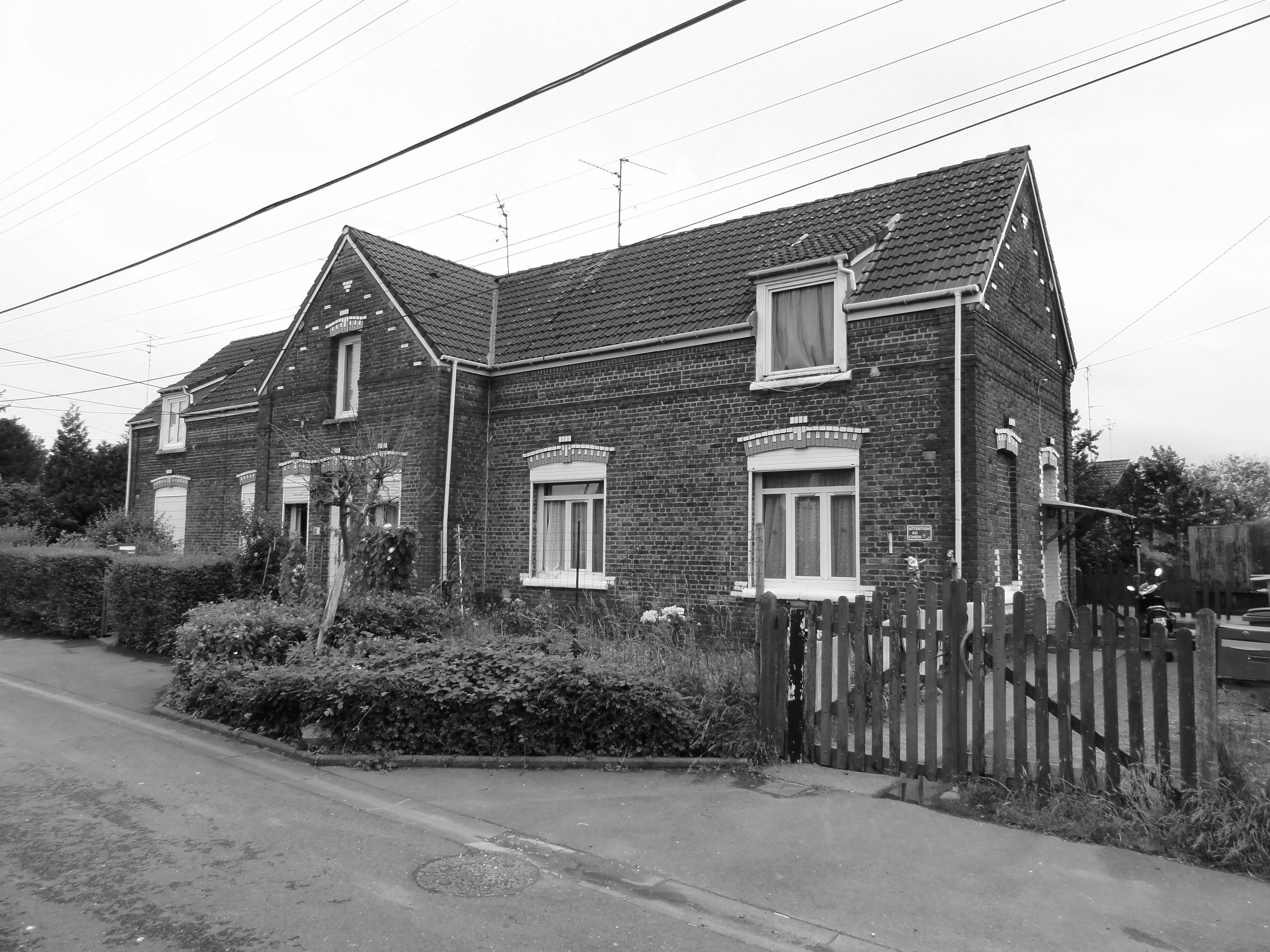
La cité du Rivage Ancienne.

### Siteno10
Le site no 10 est composé d'éléments liés à la fosse Bleuse Borne des mines d'Anzin à Anzin : la cité pavillonnaire du Mont de la Veine, la cité moderne du Moulin, les terrils nos 189A et 189B, respectivement dénommés Bleuse Borne gros cône et Bleuse Borne petit cône,.

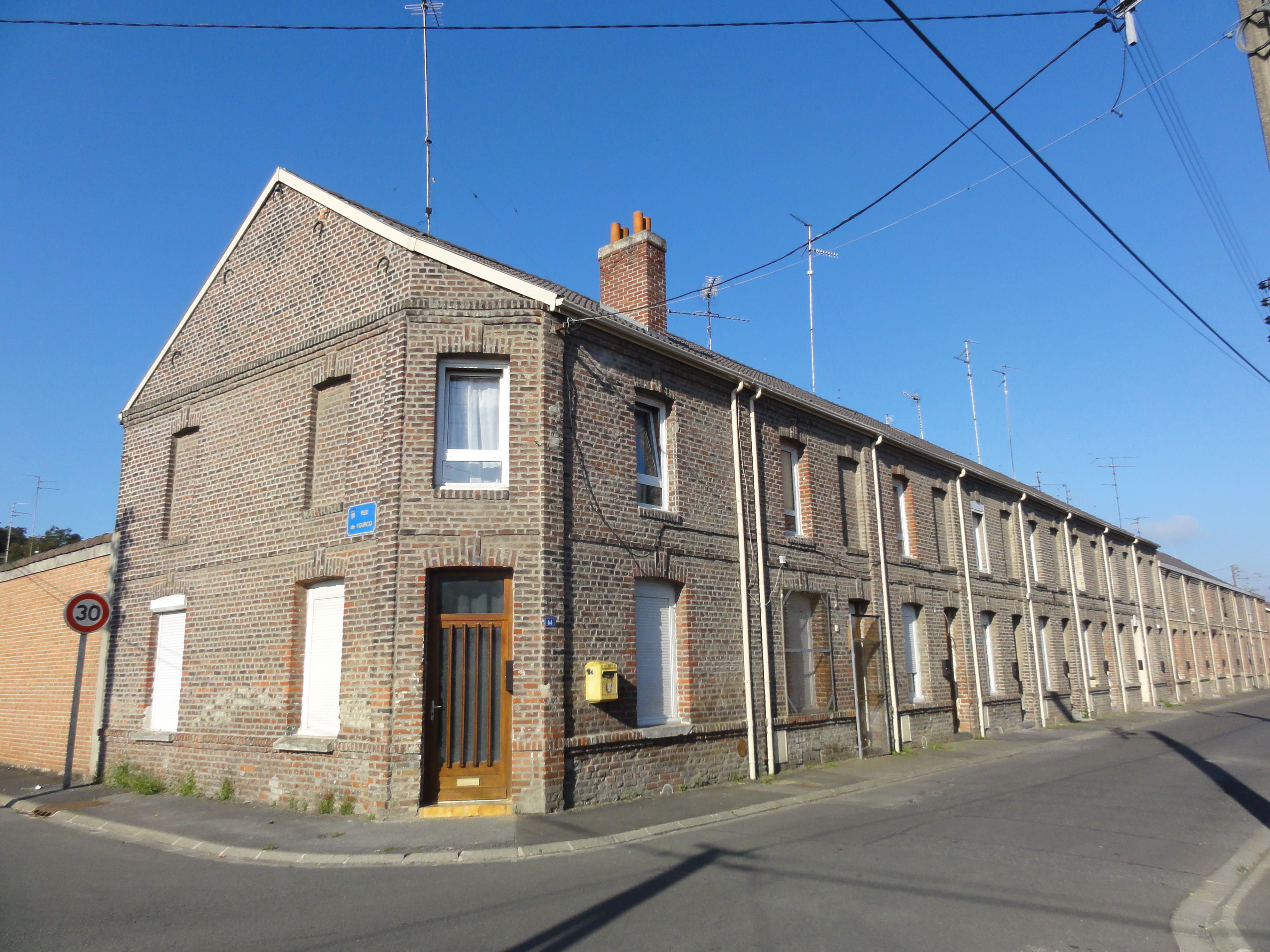
La cité du Mont de la Veine.
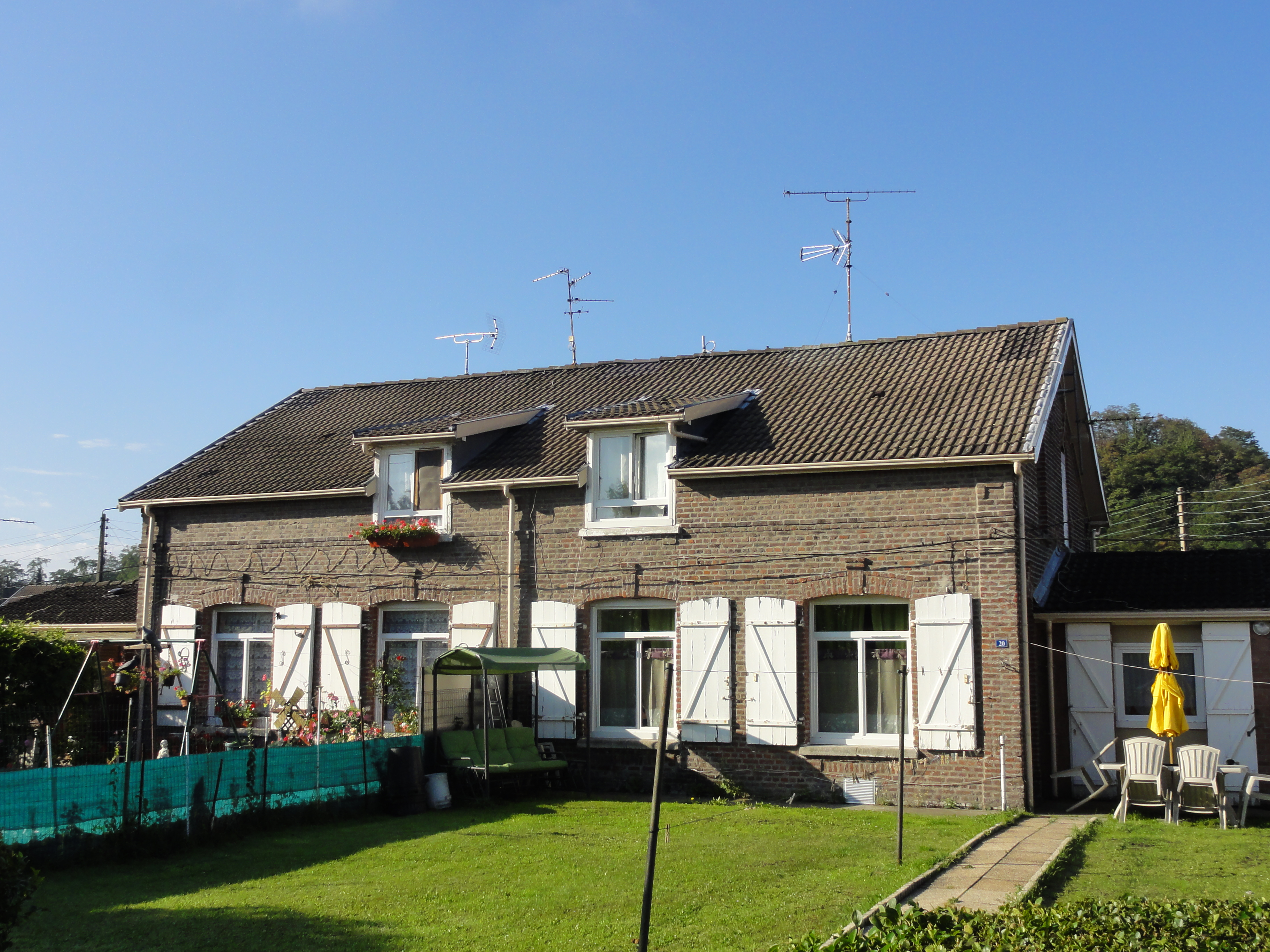
La cité du Mont de la Veine.
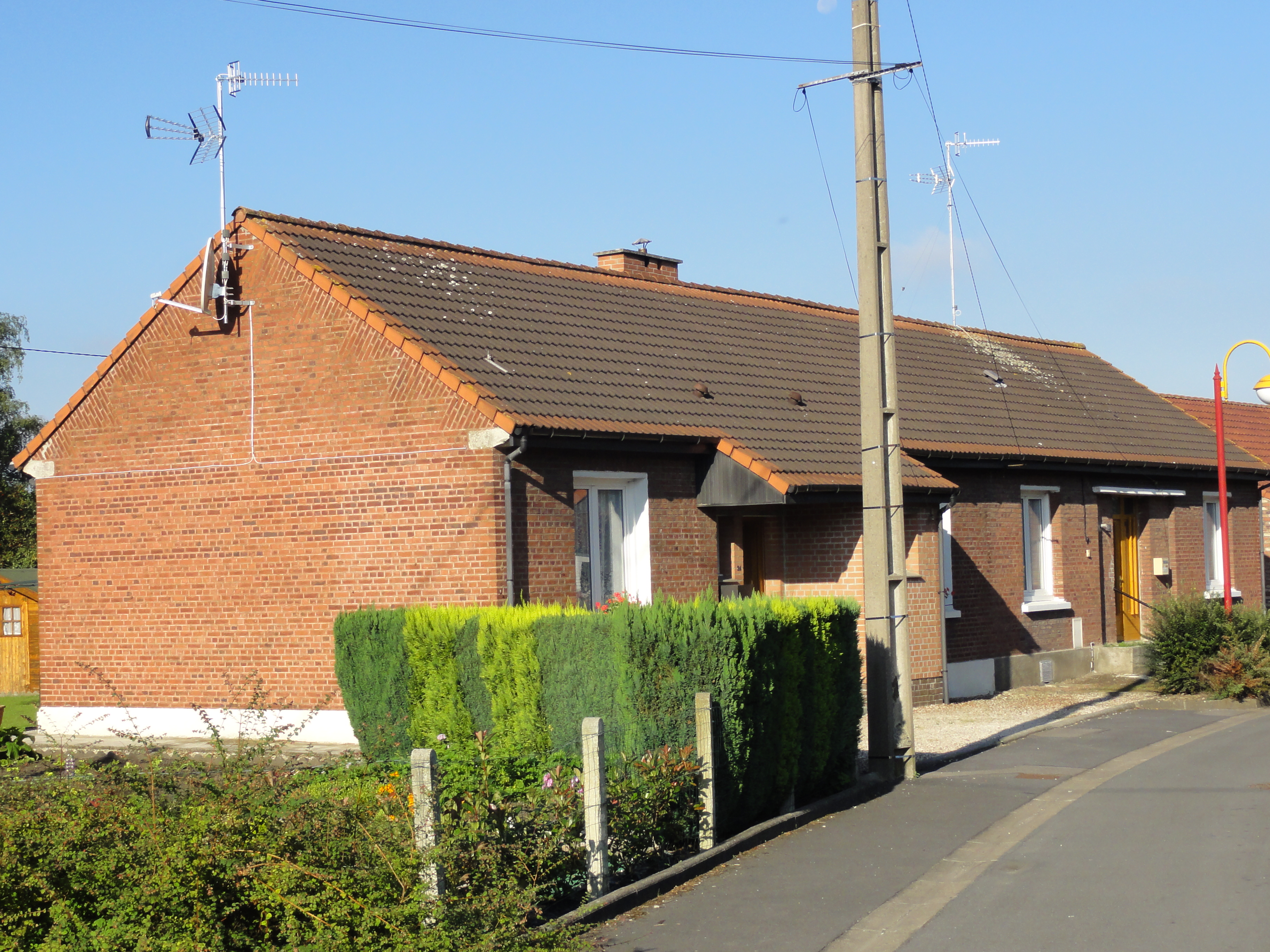
La cité du Moulin.
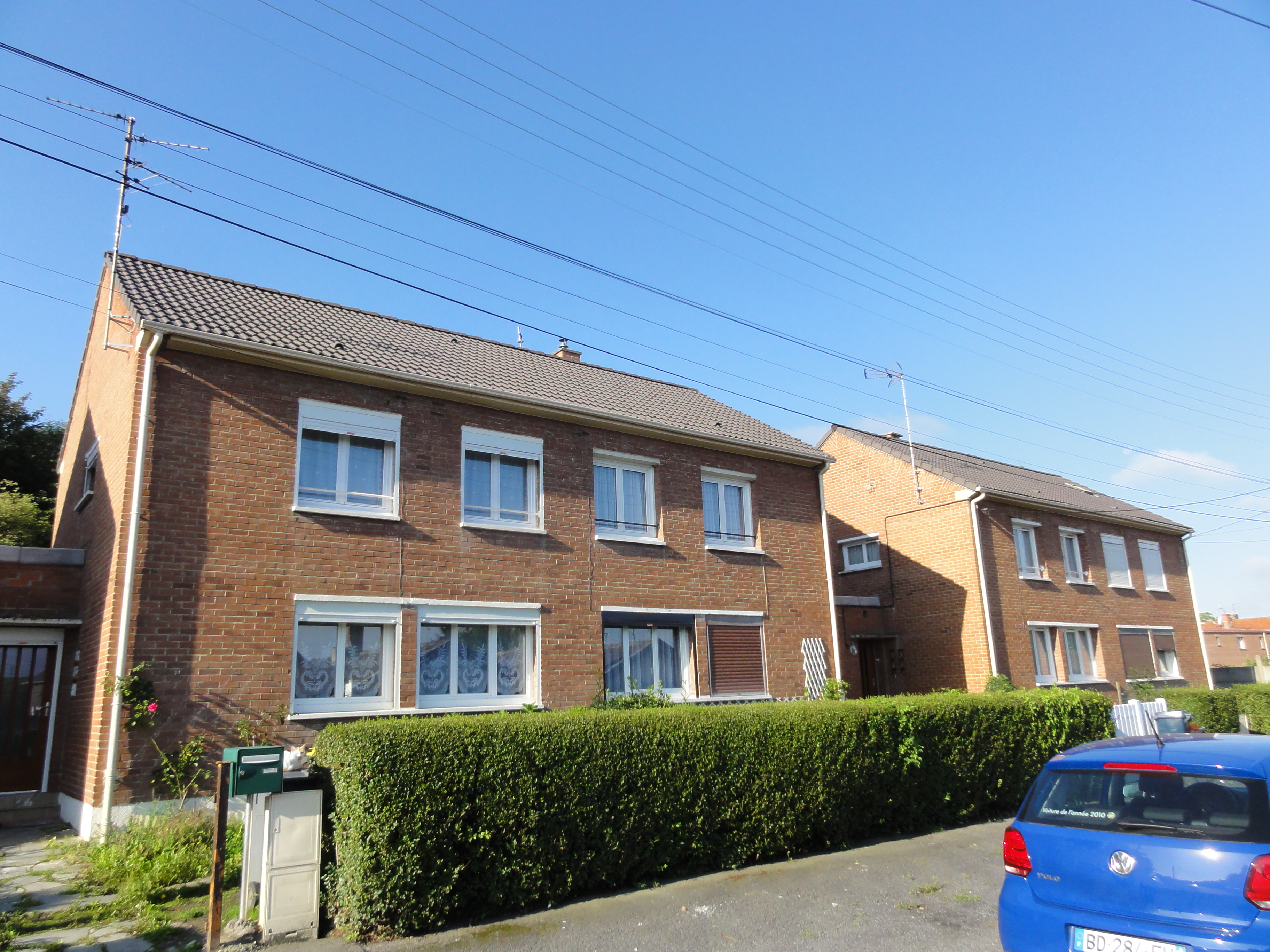
La cité du Moulin.
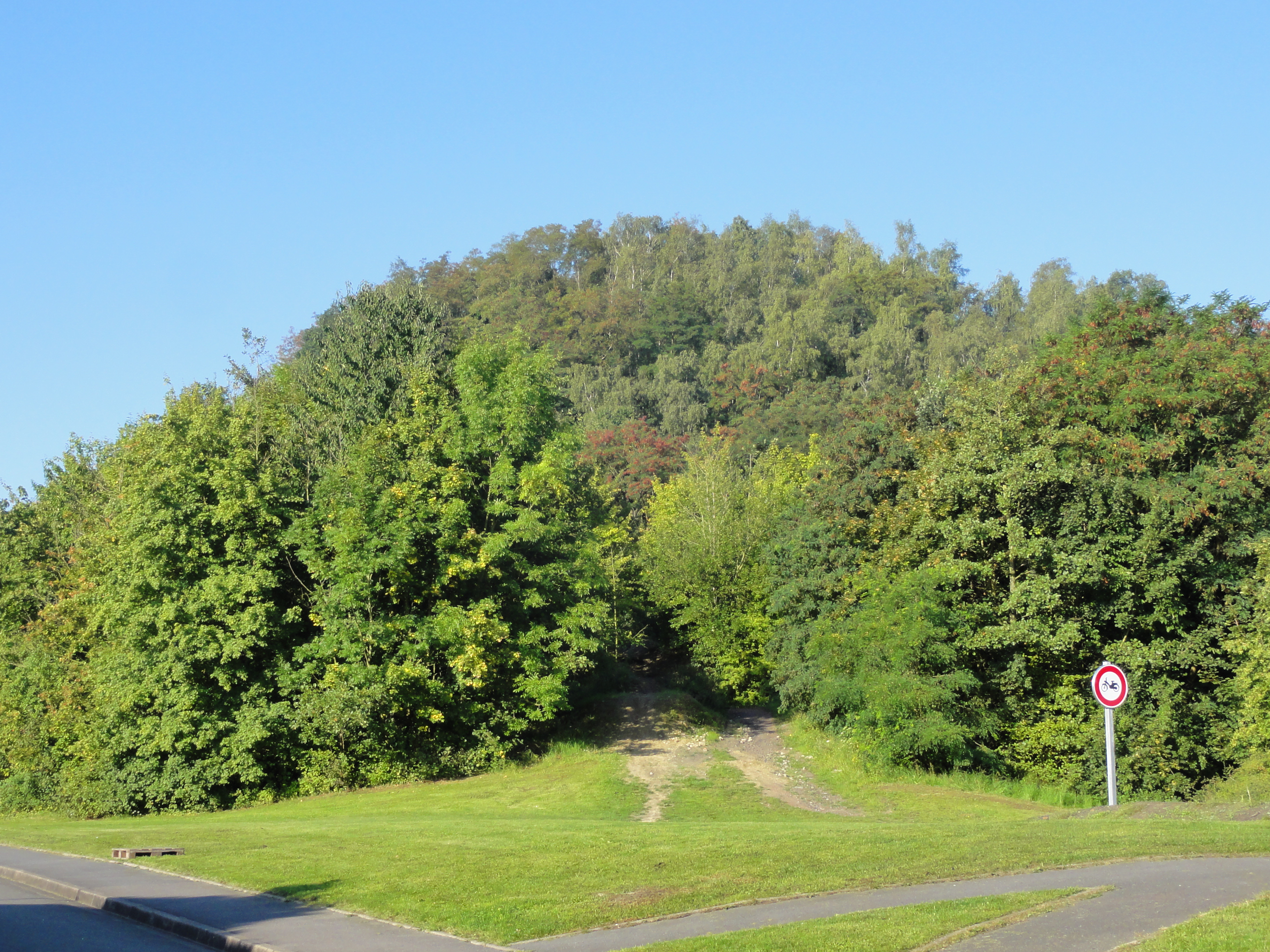
Les terrils de la Bleuse Borne.
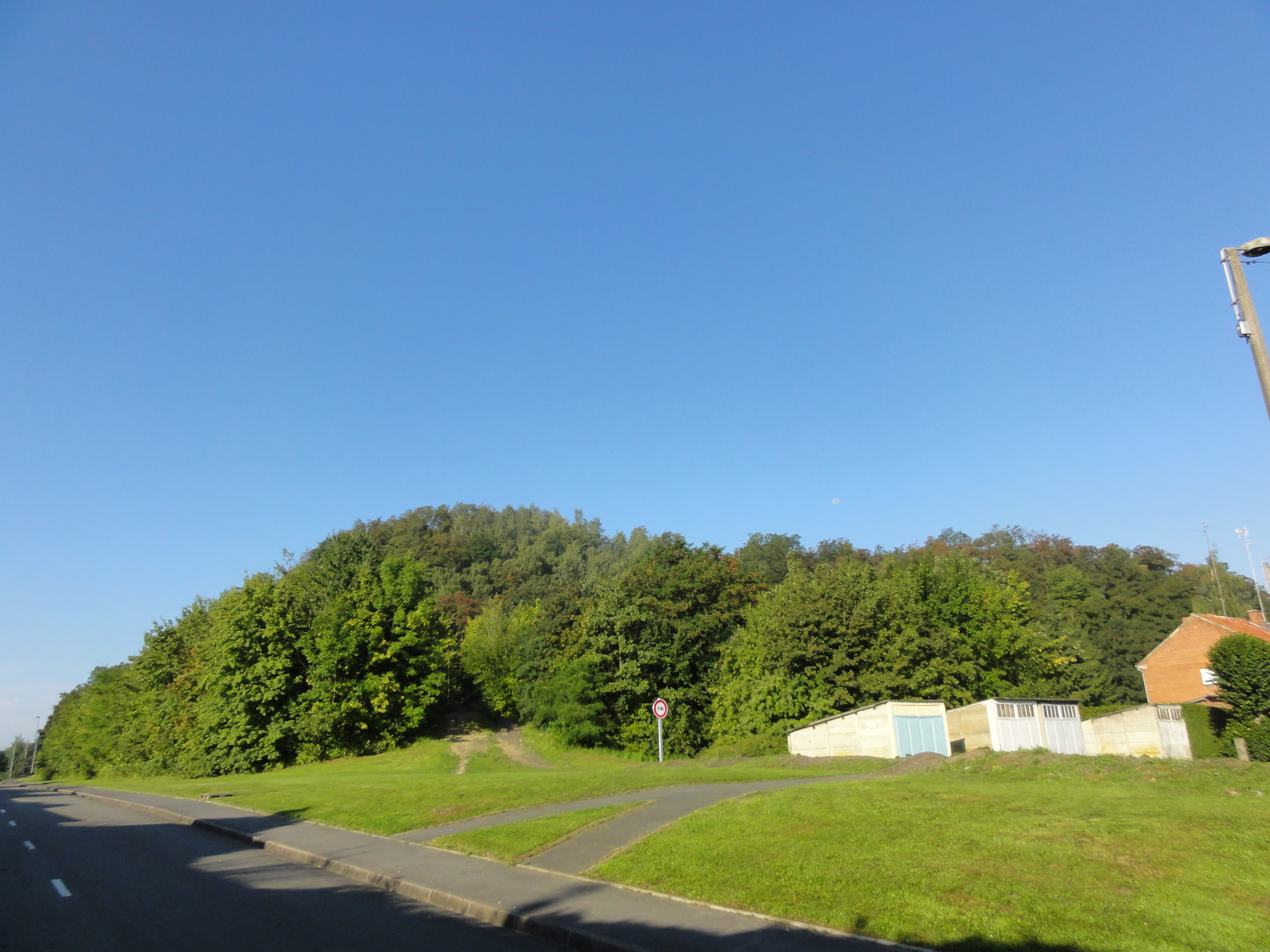
Les terrils de la Bleuse Borne.

### Siteno11
50° 21′ 57″ N, 3° 30′ 25″ E
Le site no 11 est formé par le château Dampierre à Anzin.

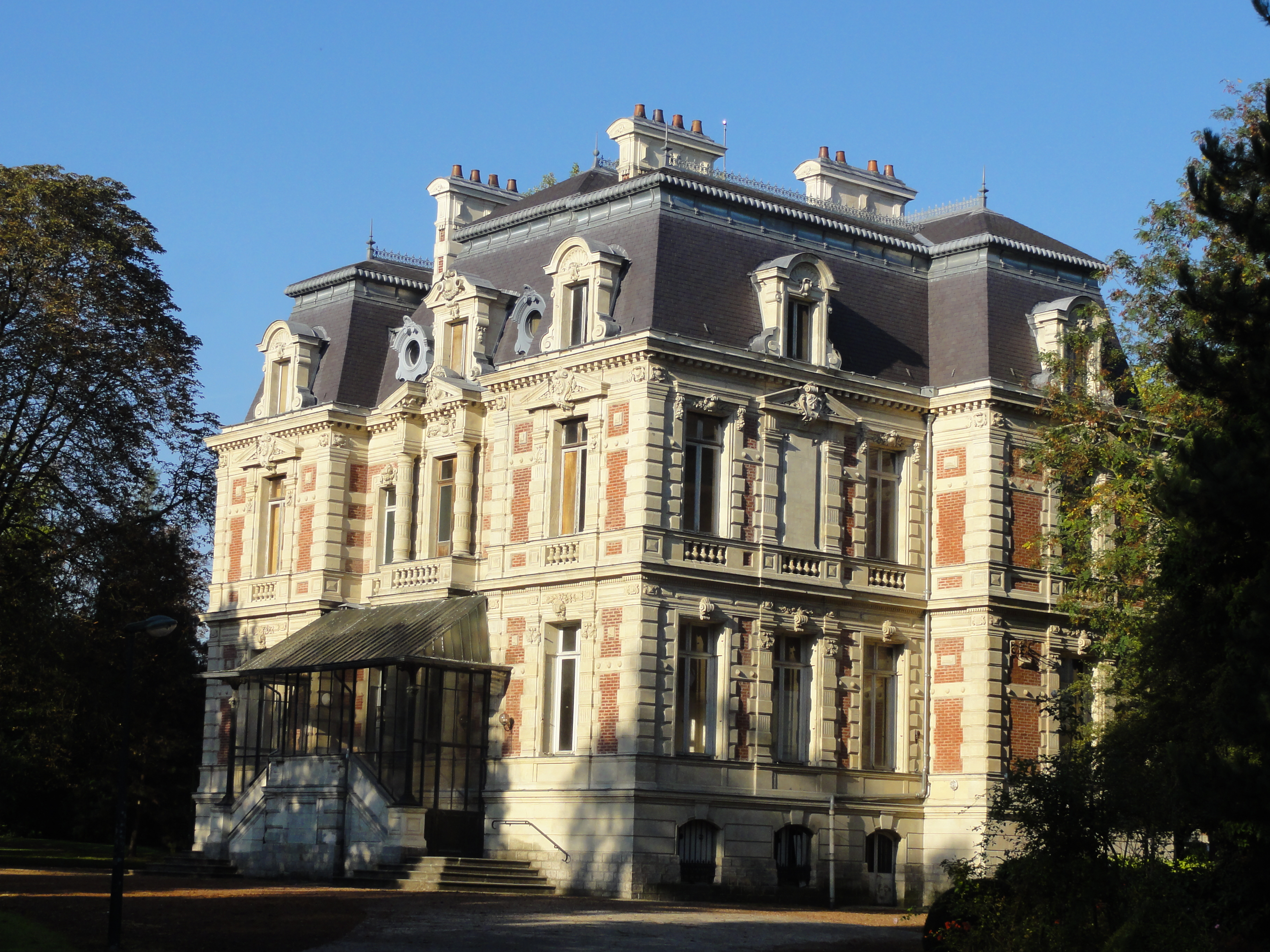
Le château Dampierre.
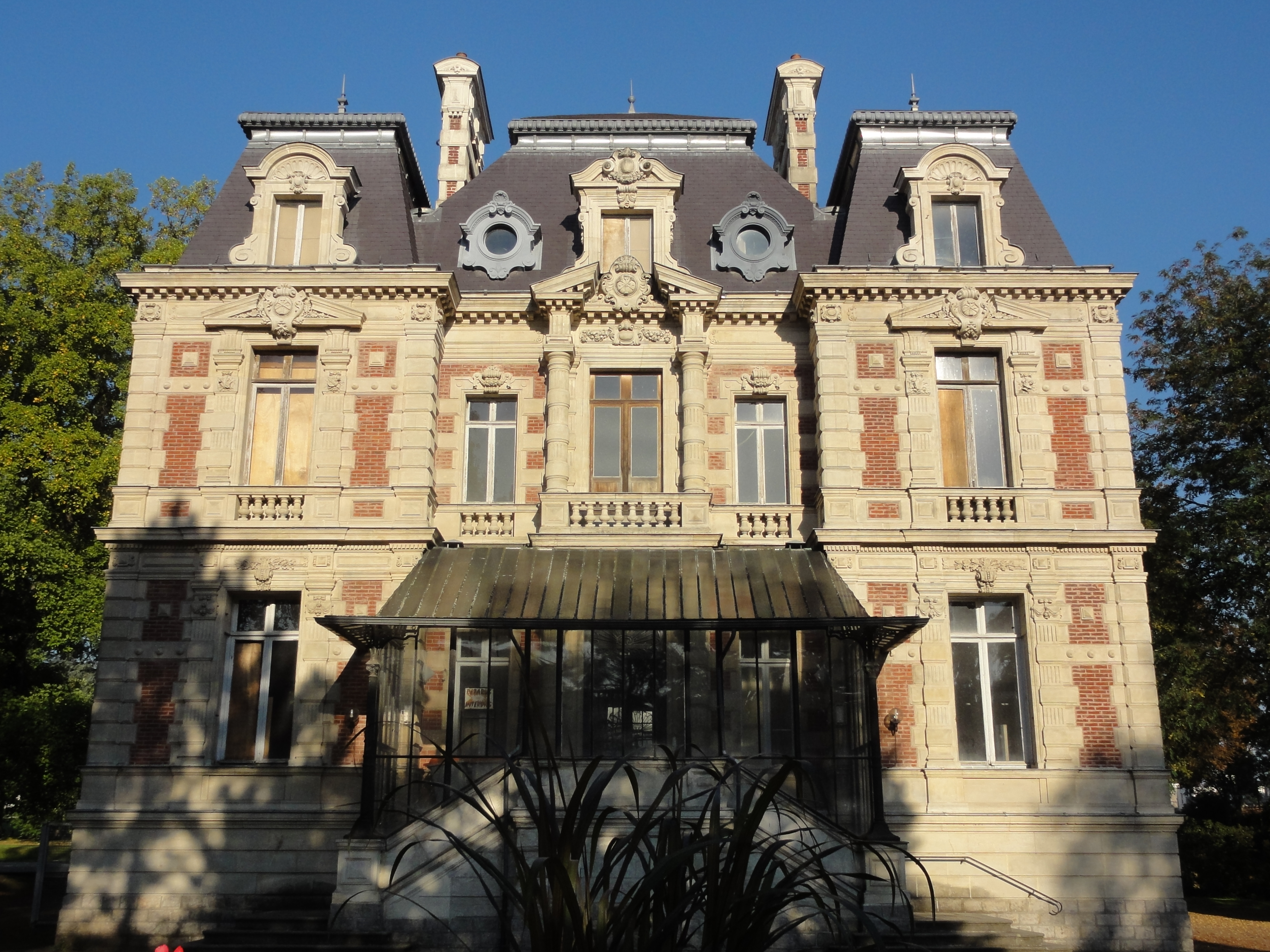
Le château Dampierre.
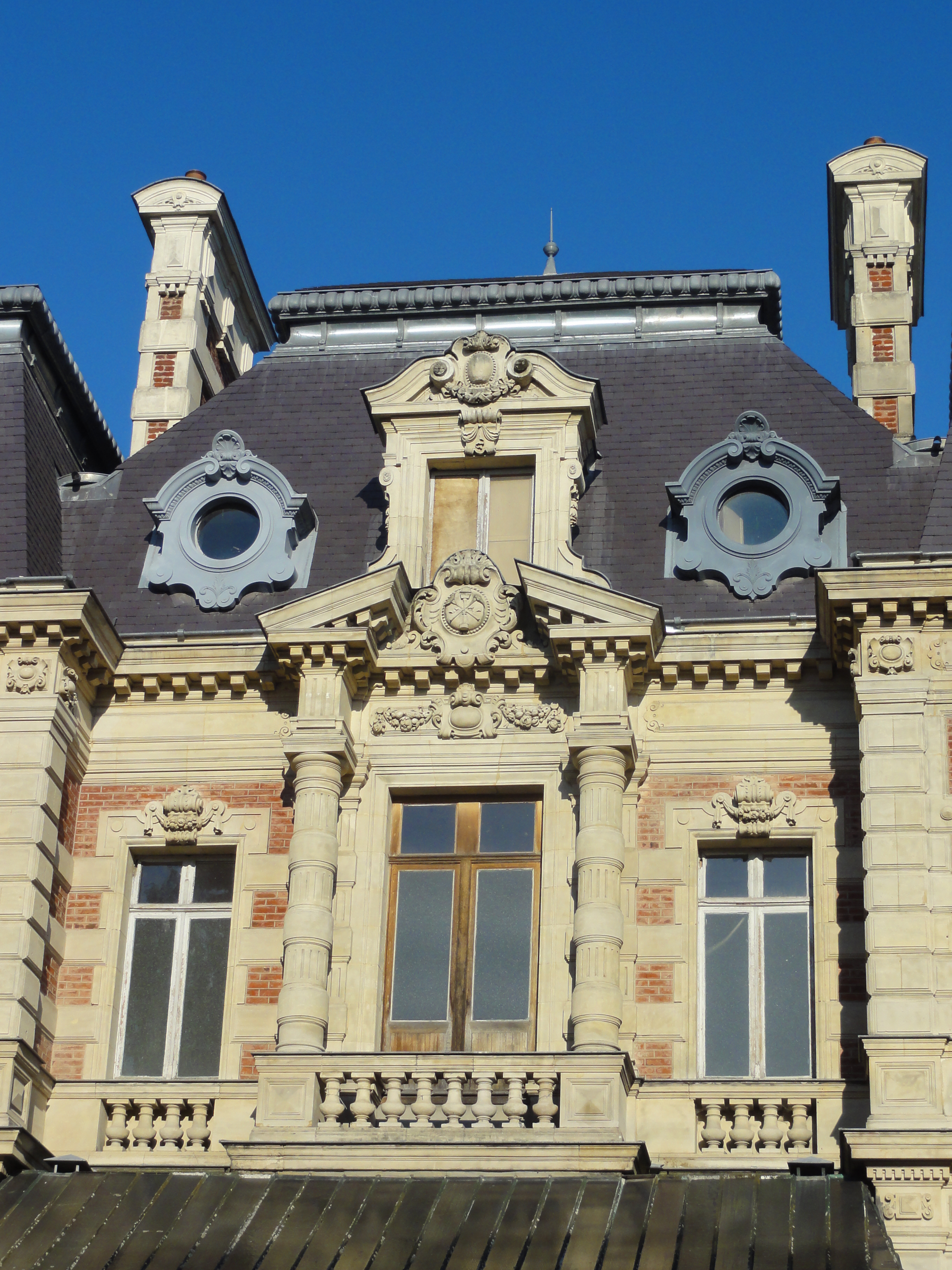
Le château Dampierre.
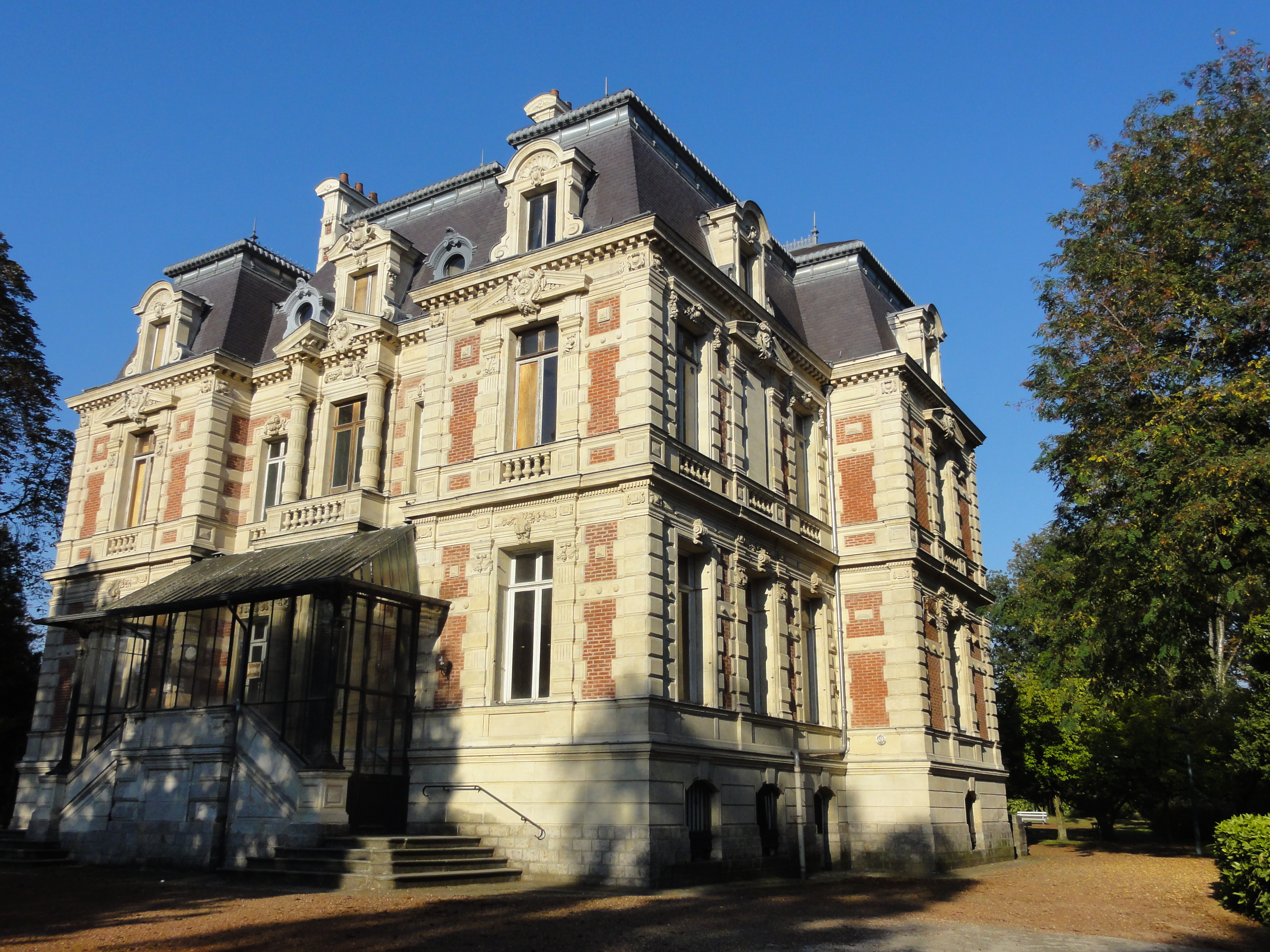
Le château Dampierre.

### Siteno12
50° 21′ 57″ N, 3° 29′ 46″ E
Le site no 12 est formé par la cité de corons des 120, à Anzin et Valenciennes.

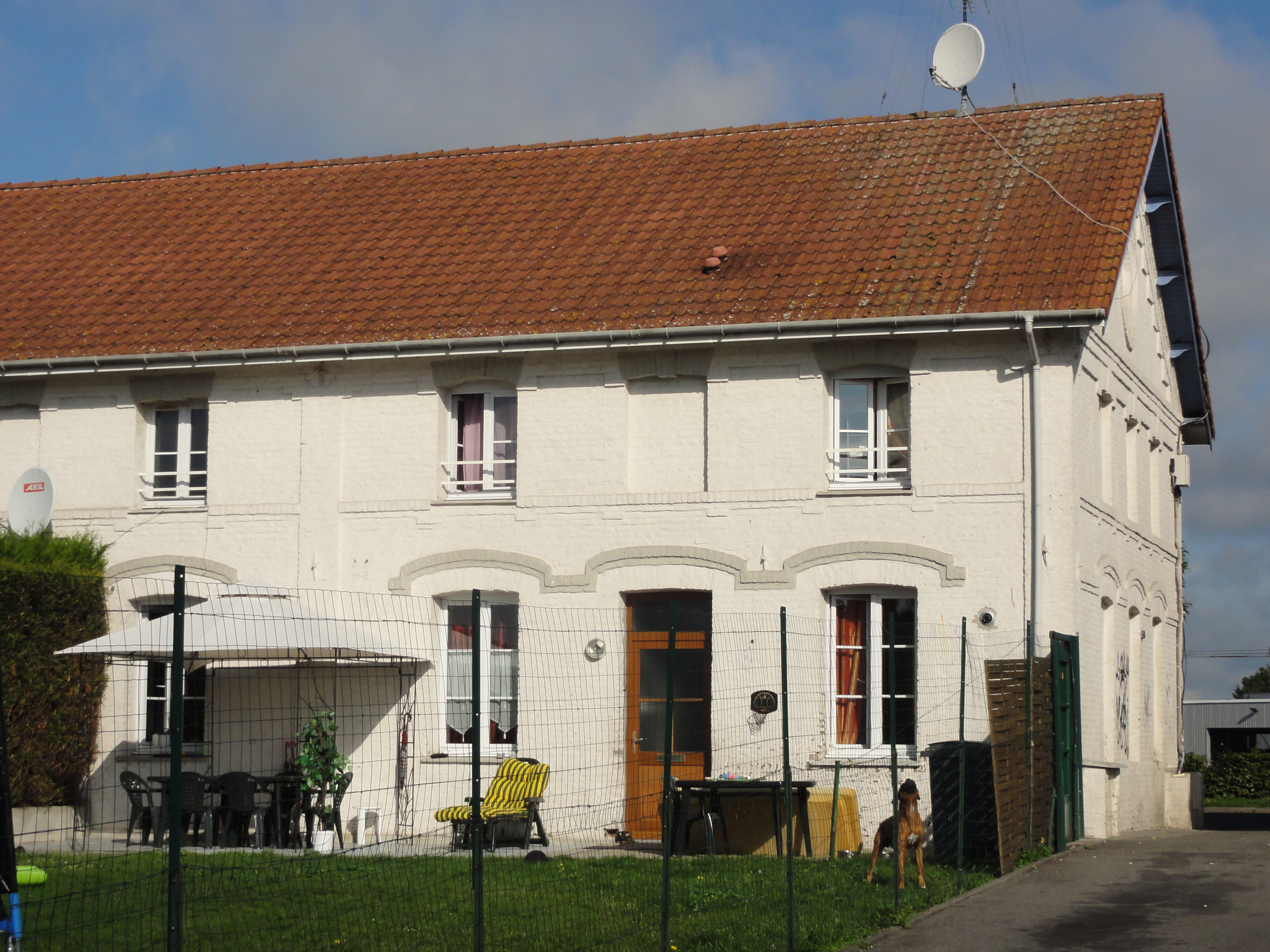
Les corons des 120.
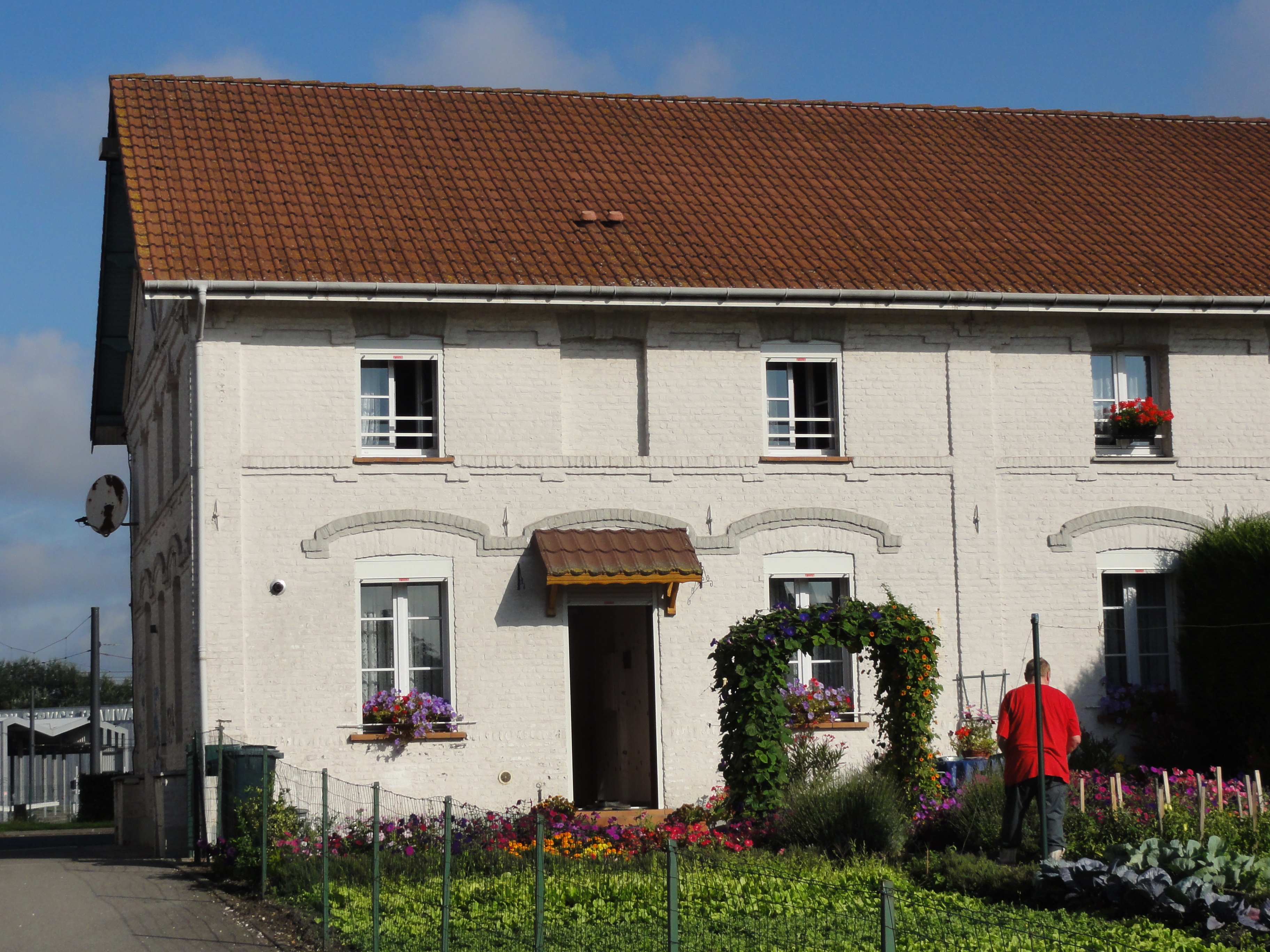
Les corons des 120.
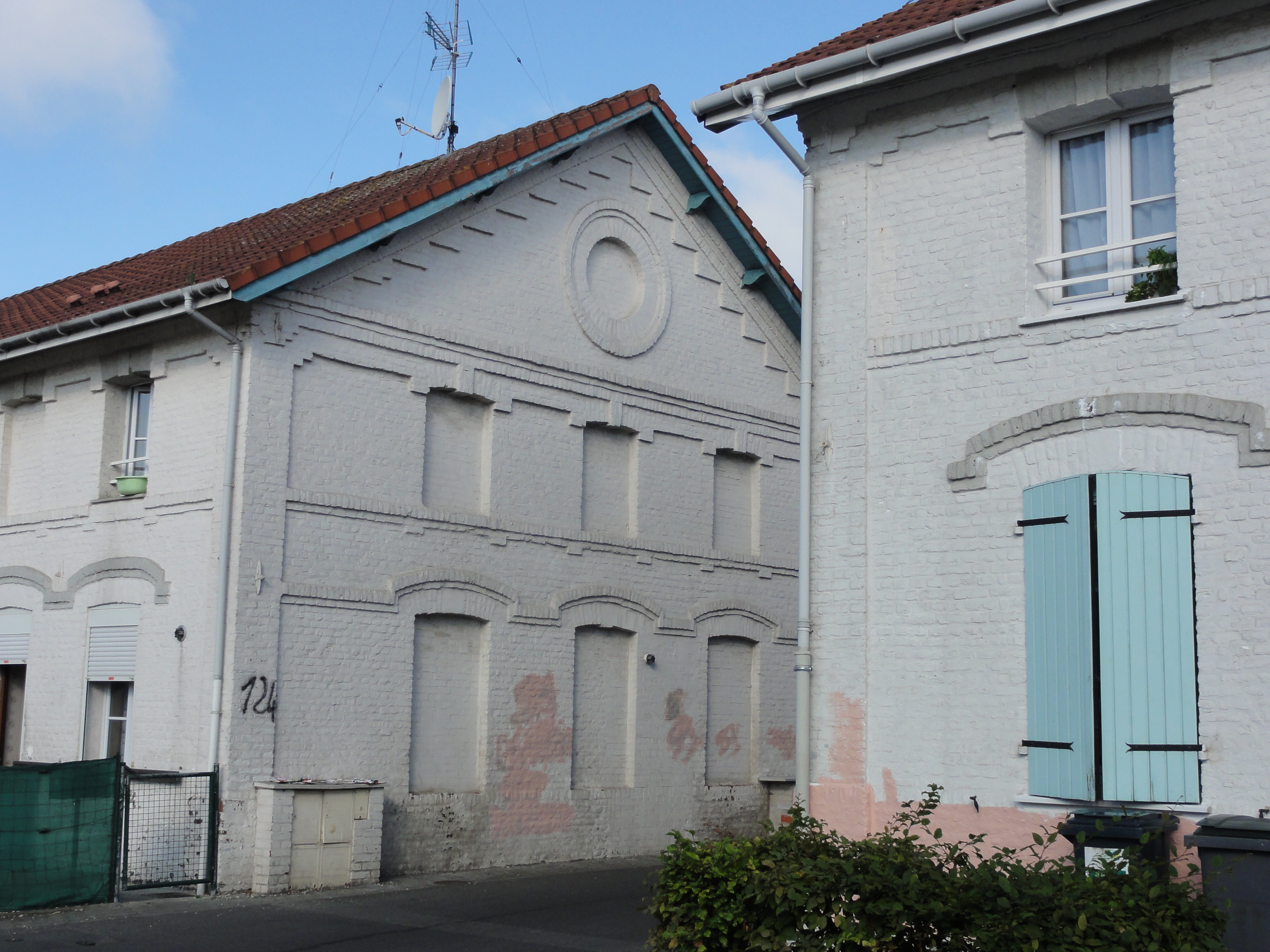
Les corons des 120.
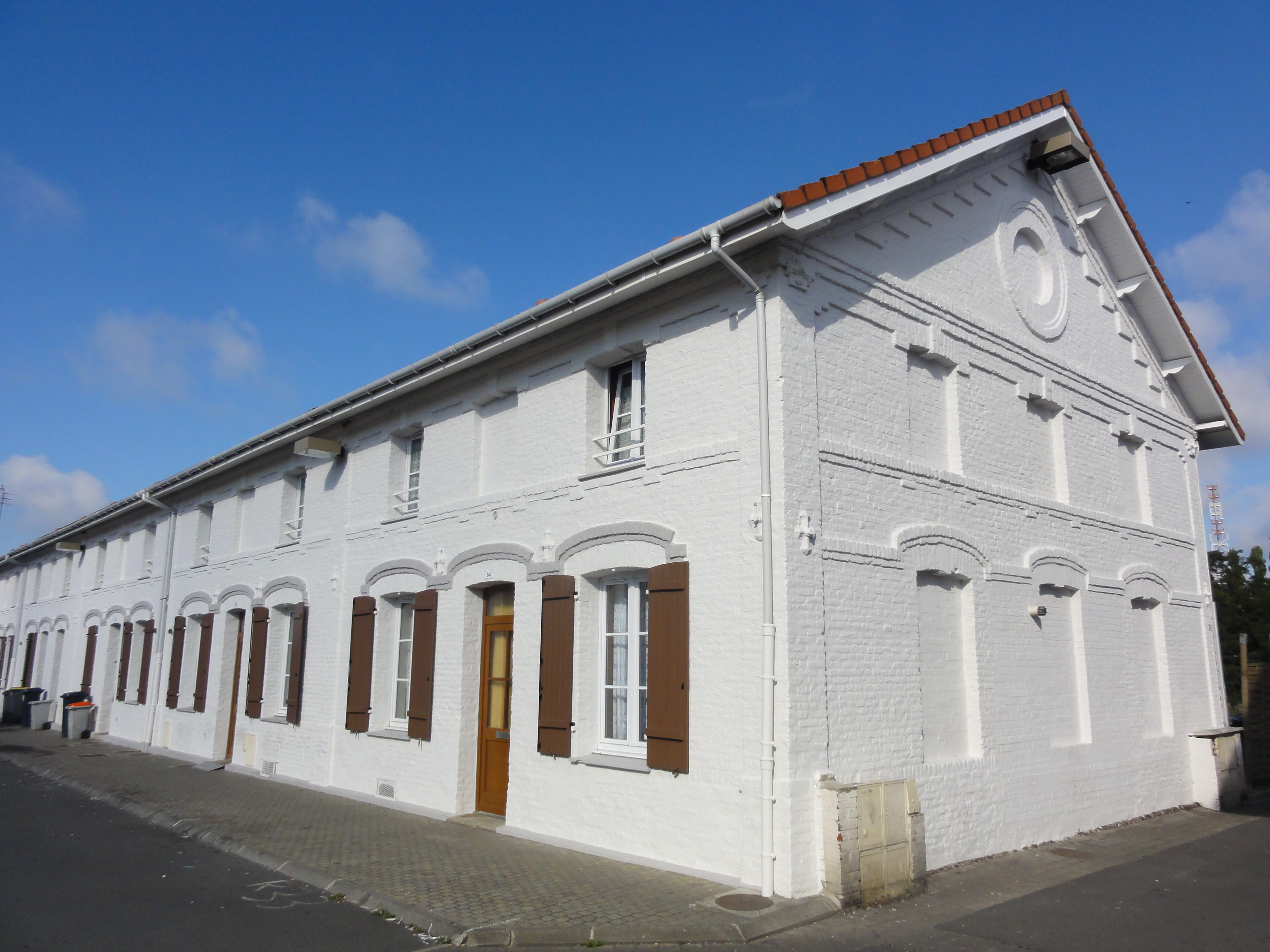
Les corons des 120.
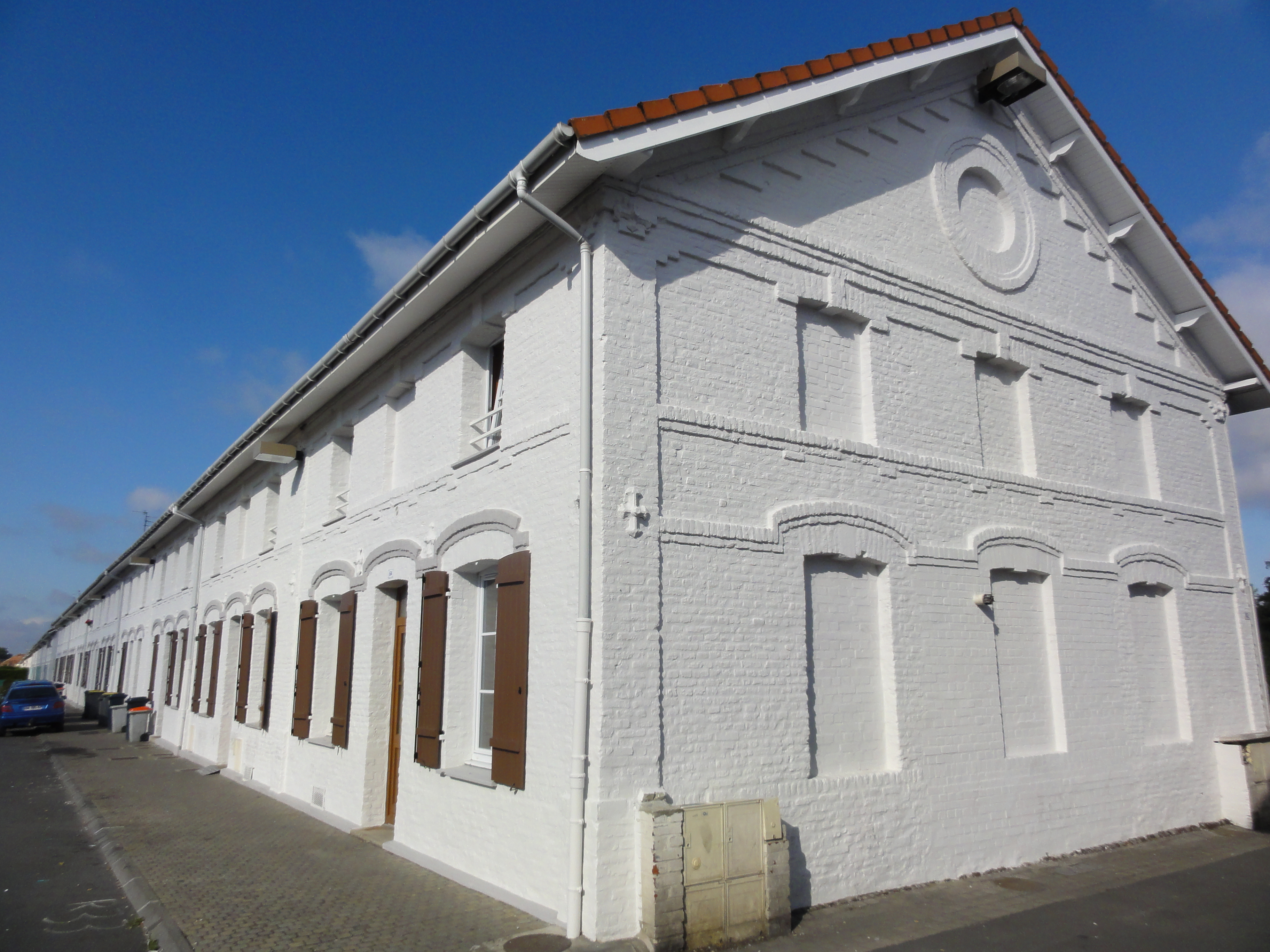
Les corons des 120.
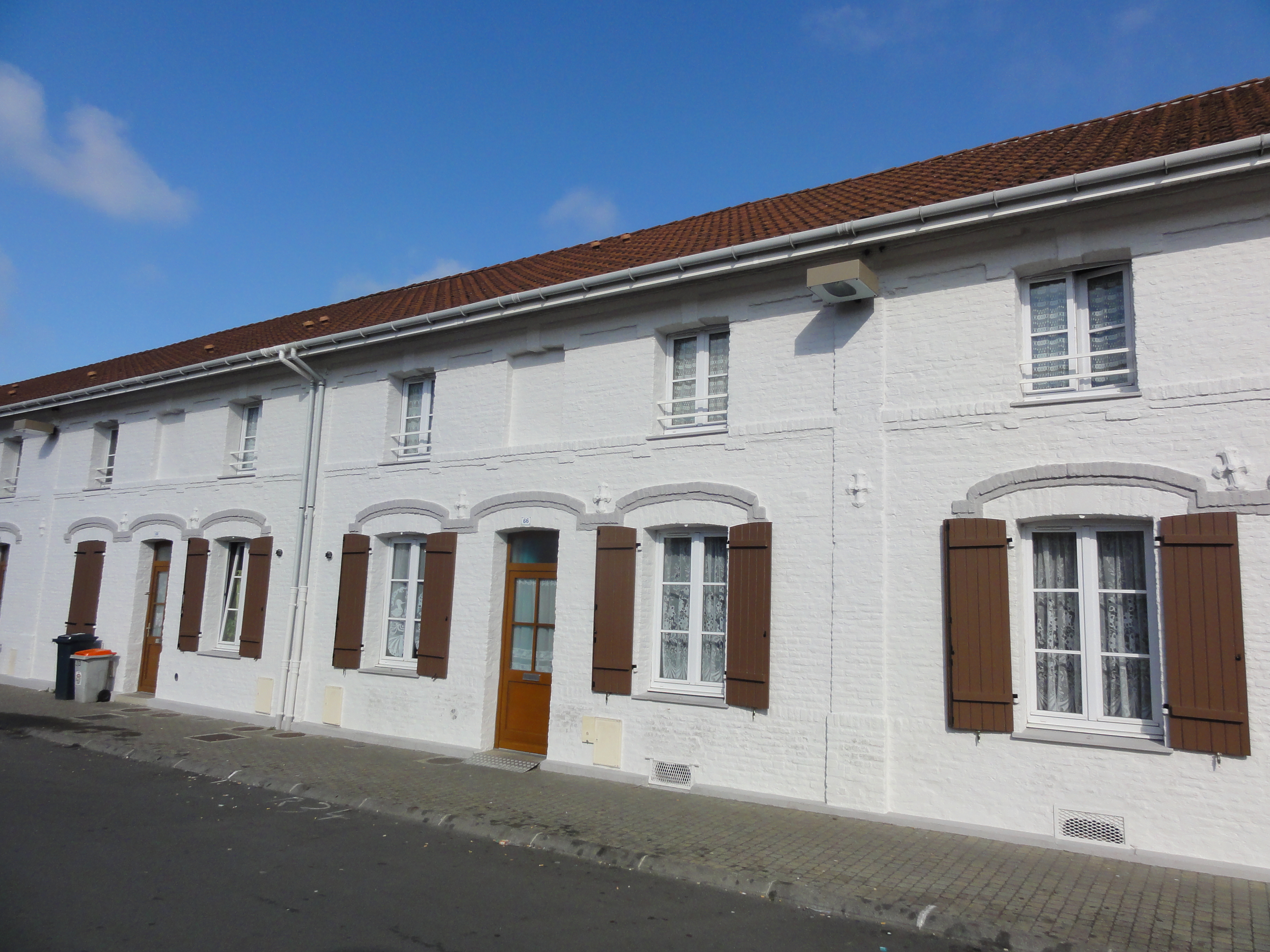
Les corons des 120.

### Siteno13
50° 21′ 02″ N, 3° 29′ 02″ E
Le site no 13 est constitué de la fosse La Sentinelle des mines d'Anzin à La Sentinelle, reconvertie en église Sainte-Barbe, la cité de corons de l'église, et la cité de corons coron carré, ainsi que du dispensaire de la Société de Secours Minière.

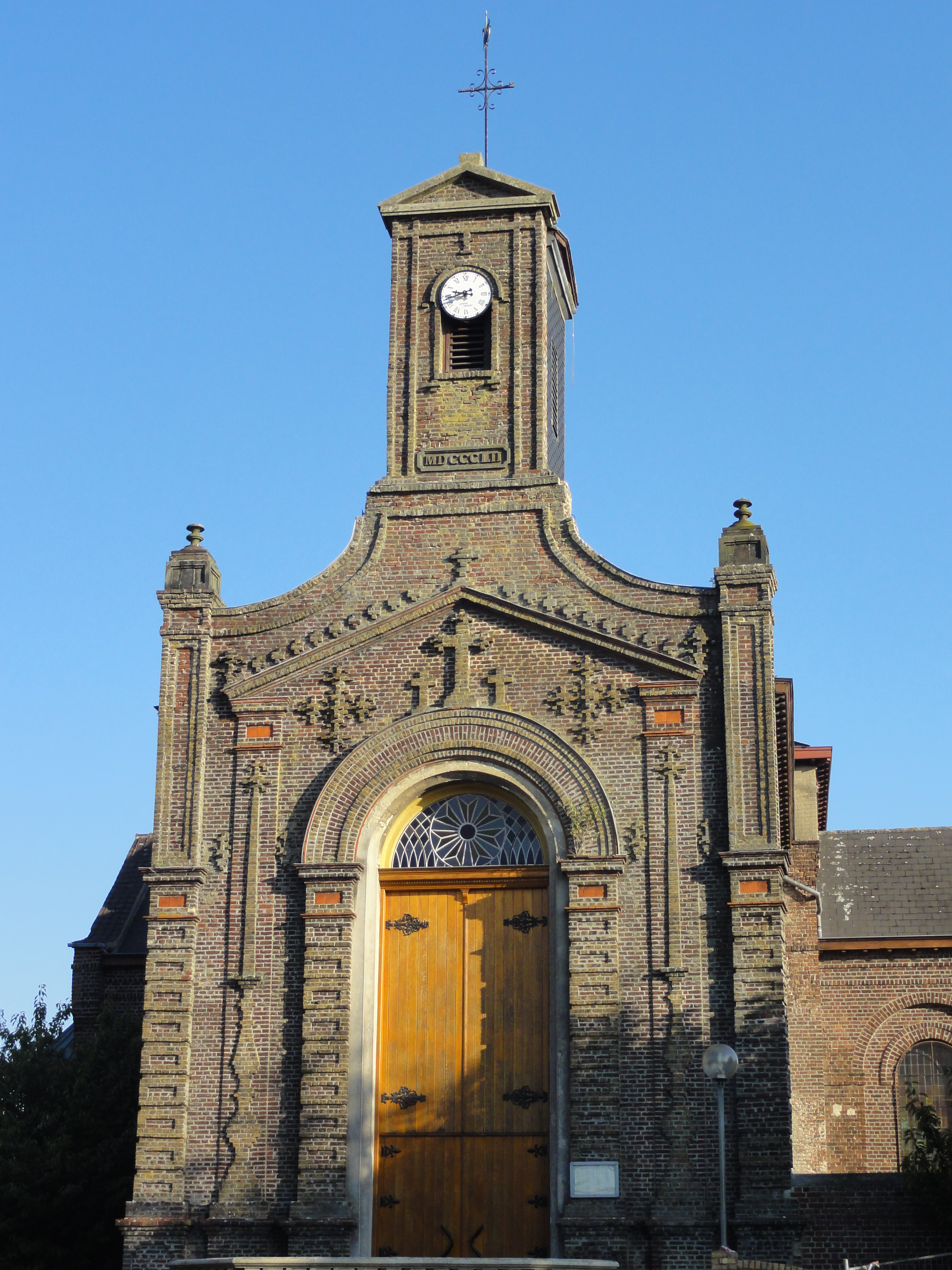
La fosse La Sentinelle.
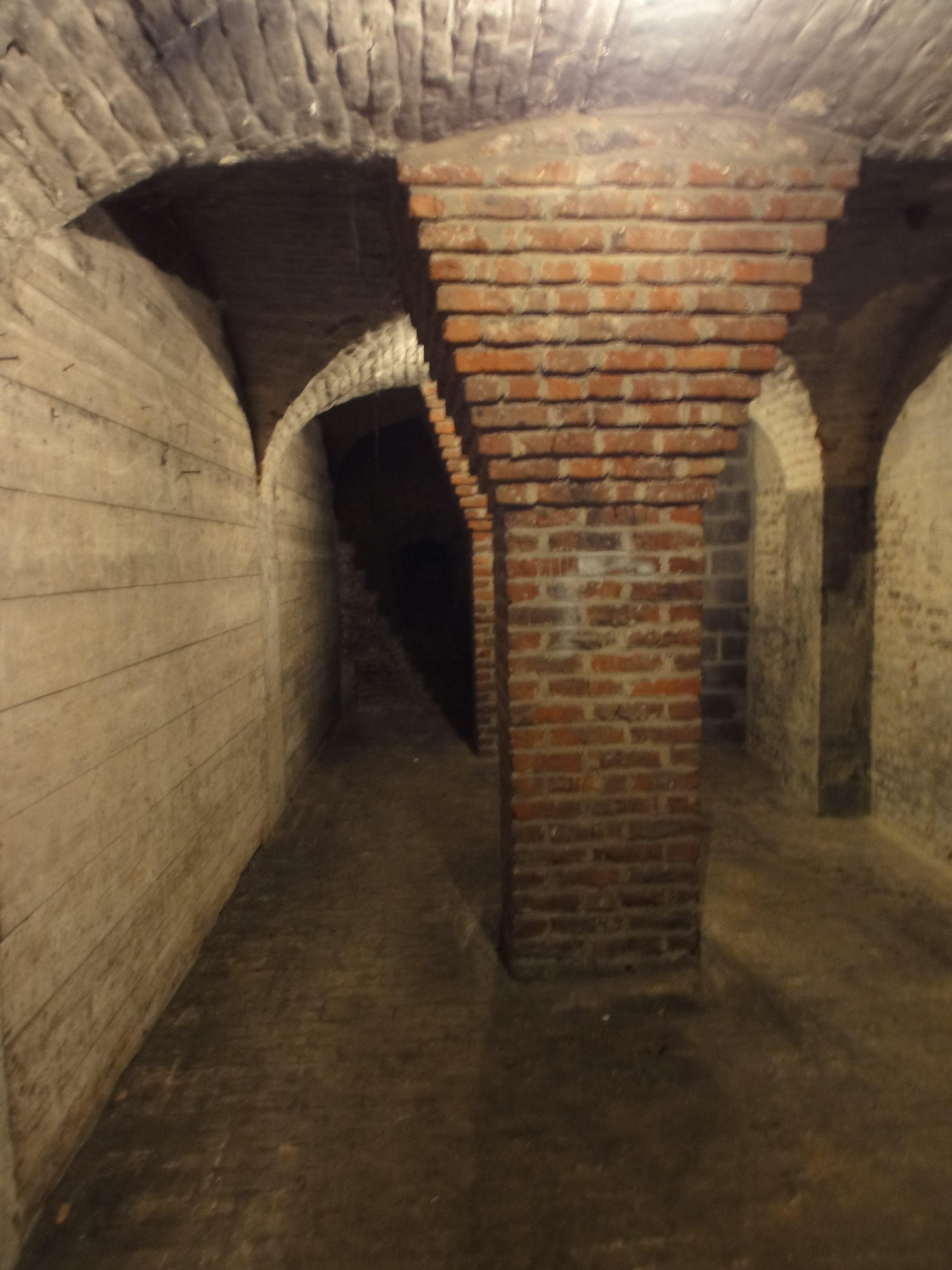
Les sous-sols de l'église.
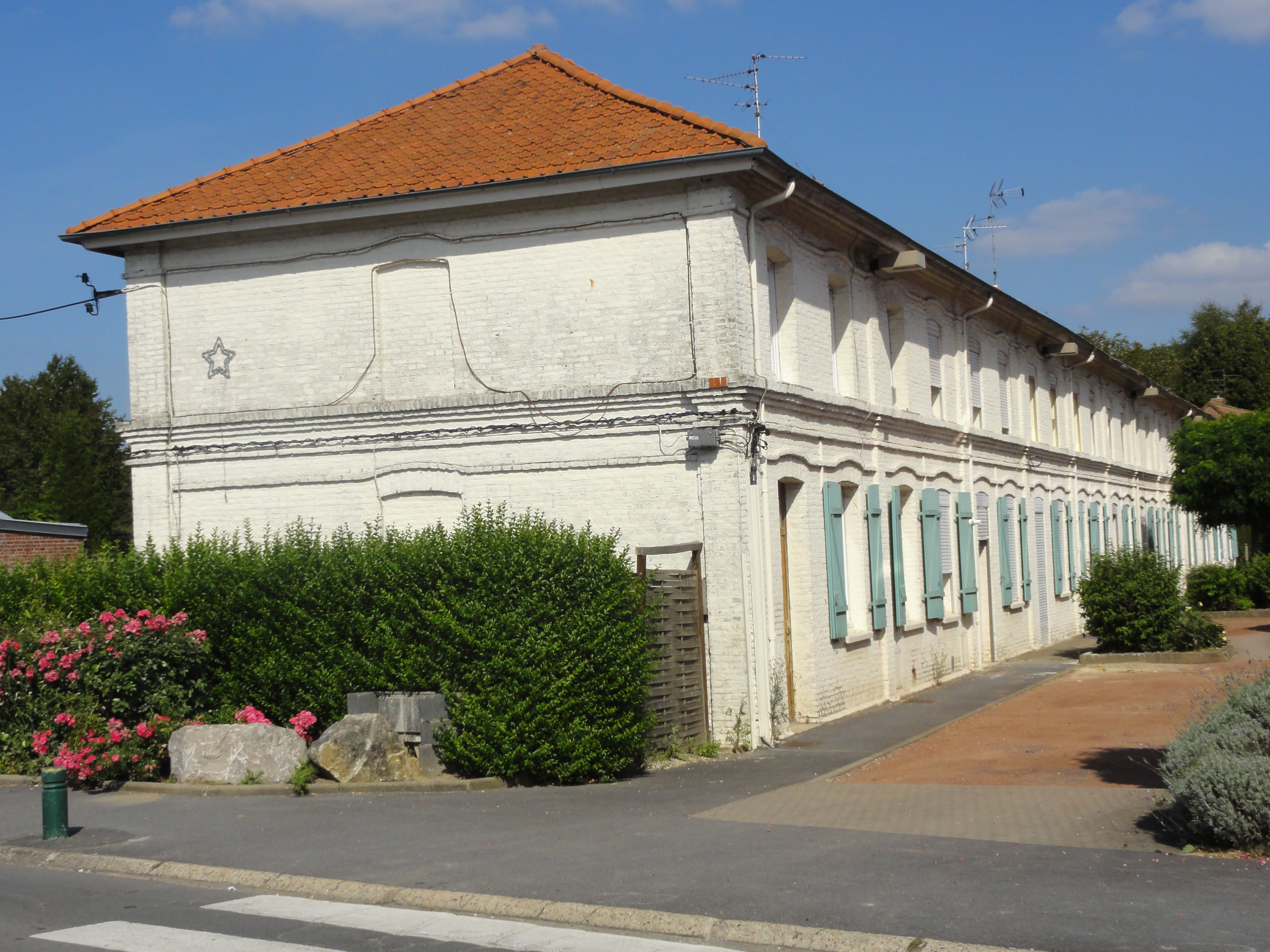
La cité de corons de l'église.
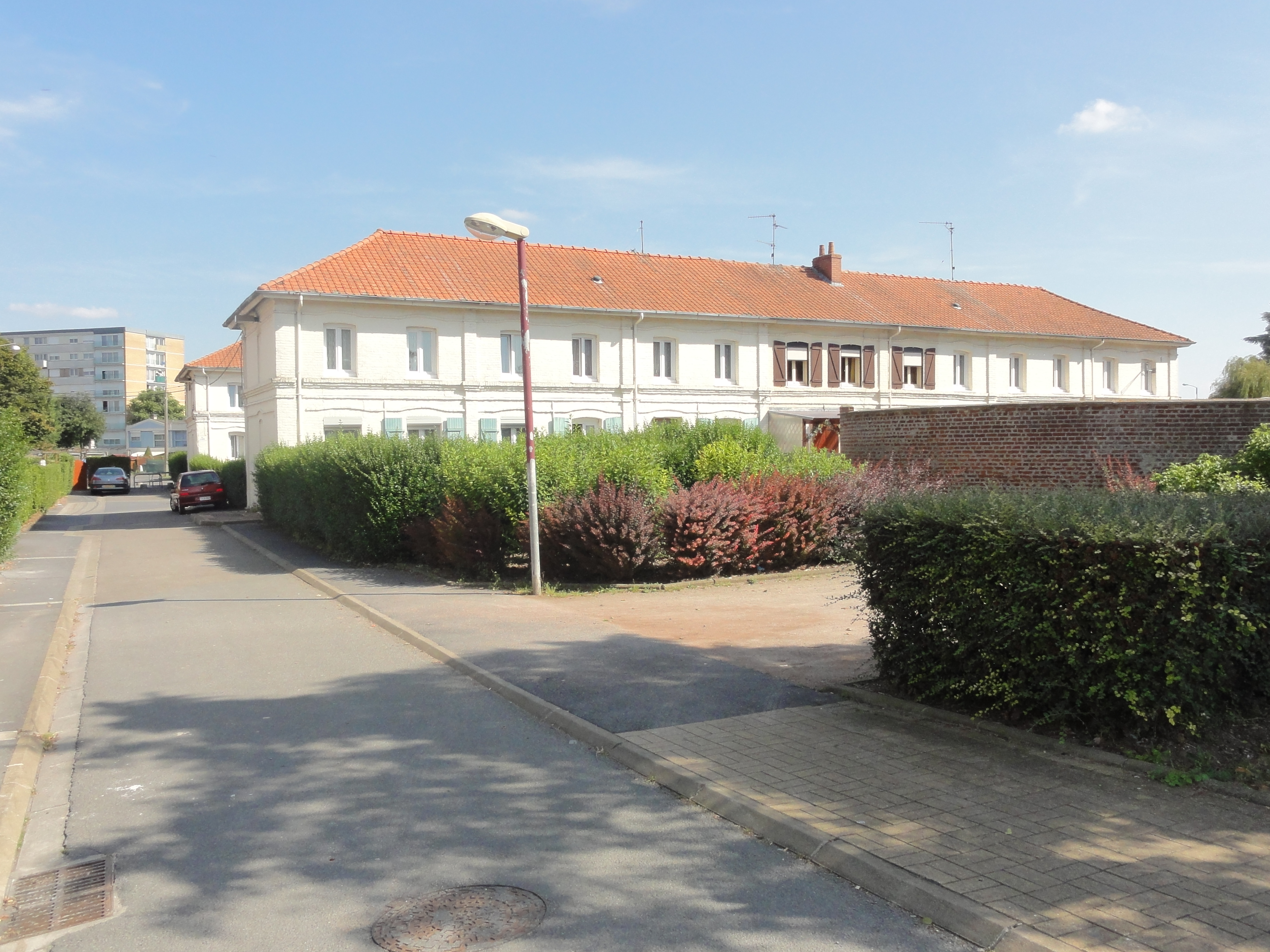
La cité de corons de l'église.
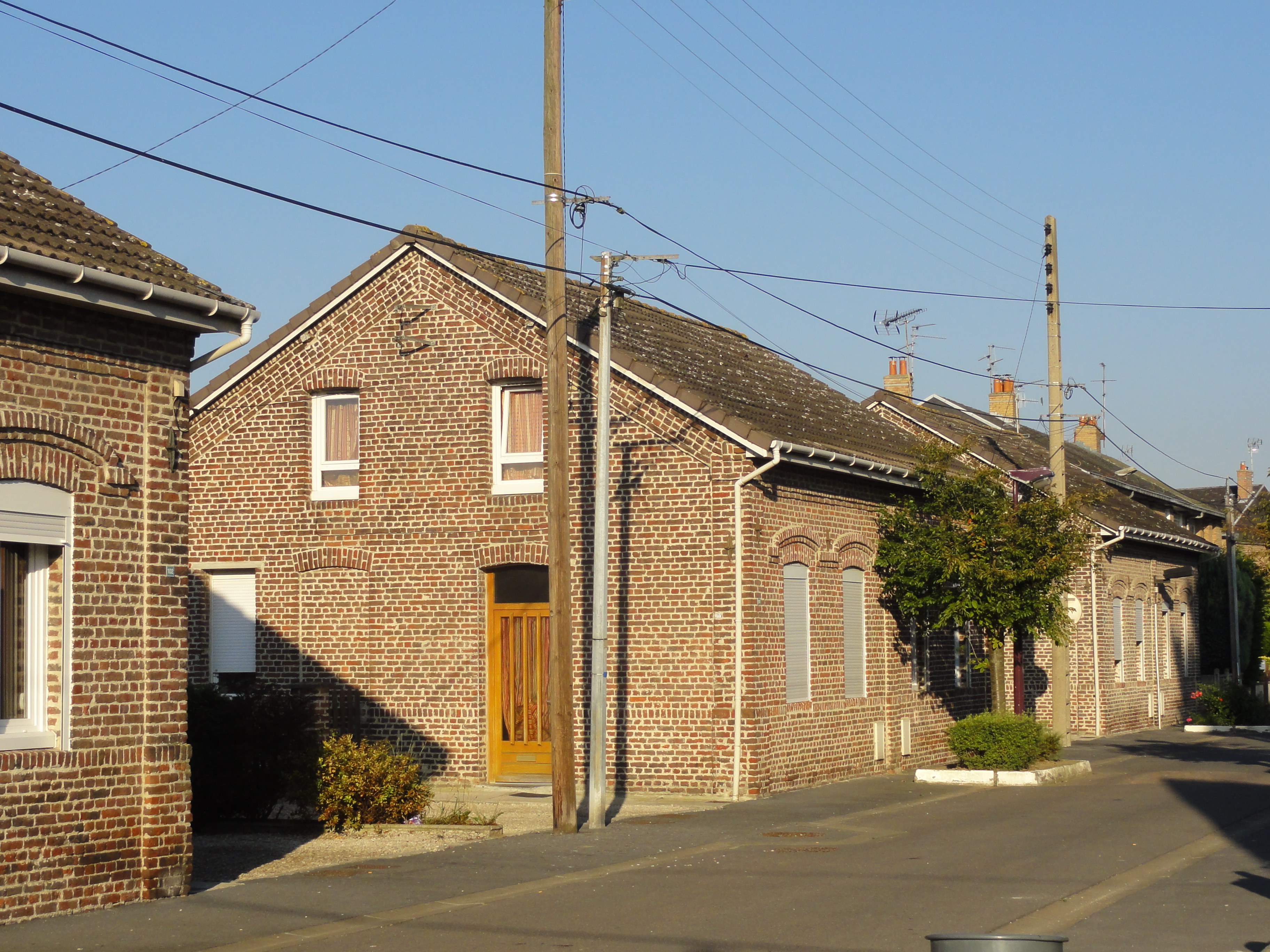
La cité de corons coron carré.
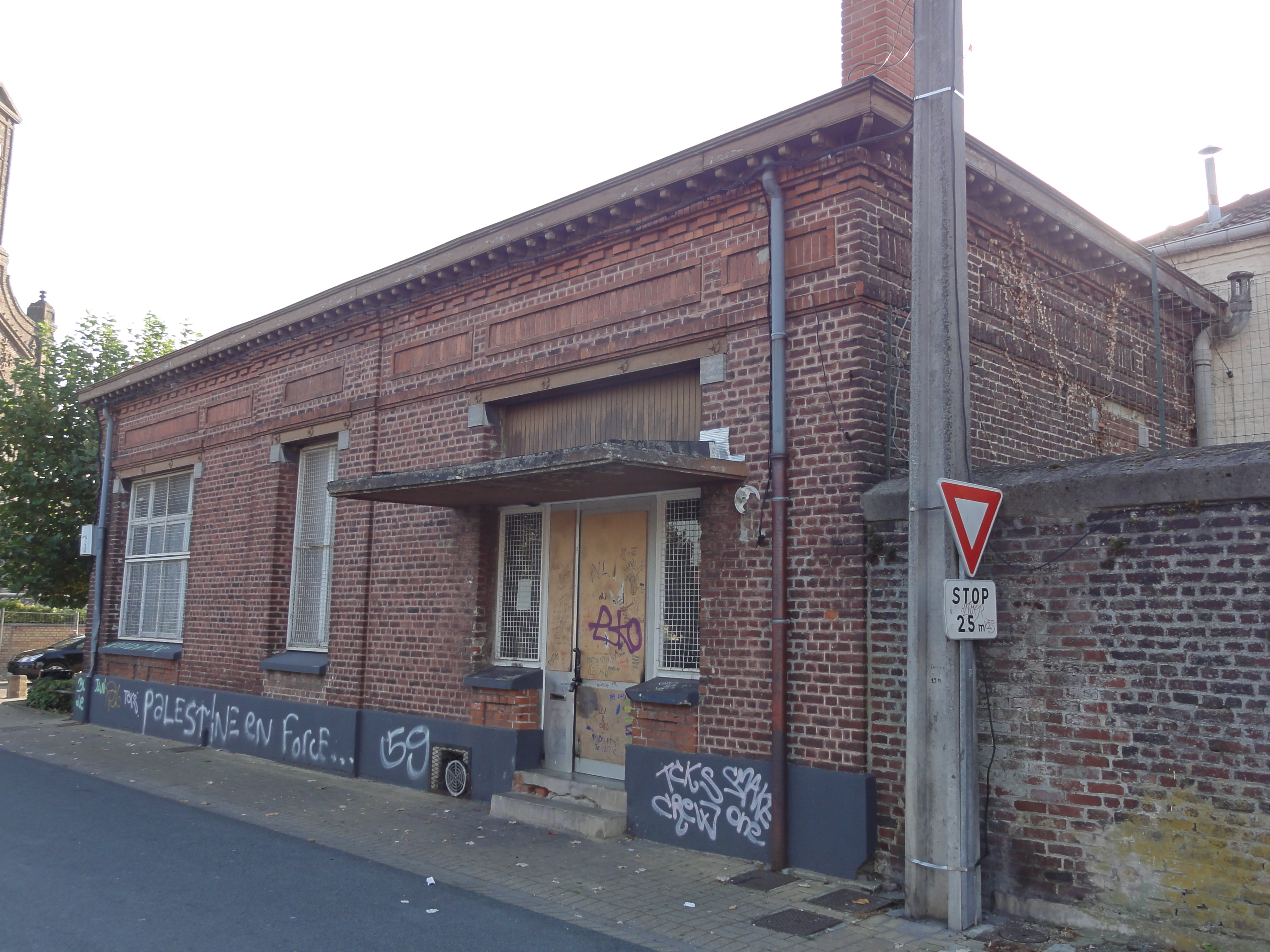
Le dispensaire de la Société de Secours Minière.

### Siteno14
50° 21′ 41″ N, 3° 28′ 49″ E
Le site no 14 est formé par le chevalement en béton armé du puits no 2 de la fosse Dutemple des mines d'Anzin à Valenciennes.

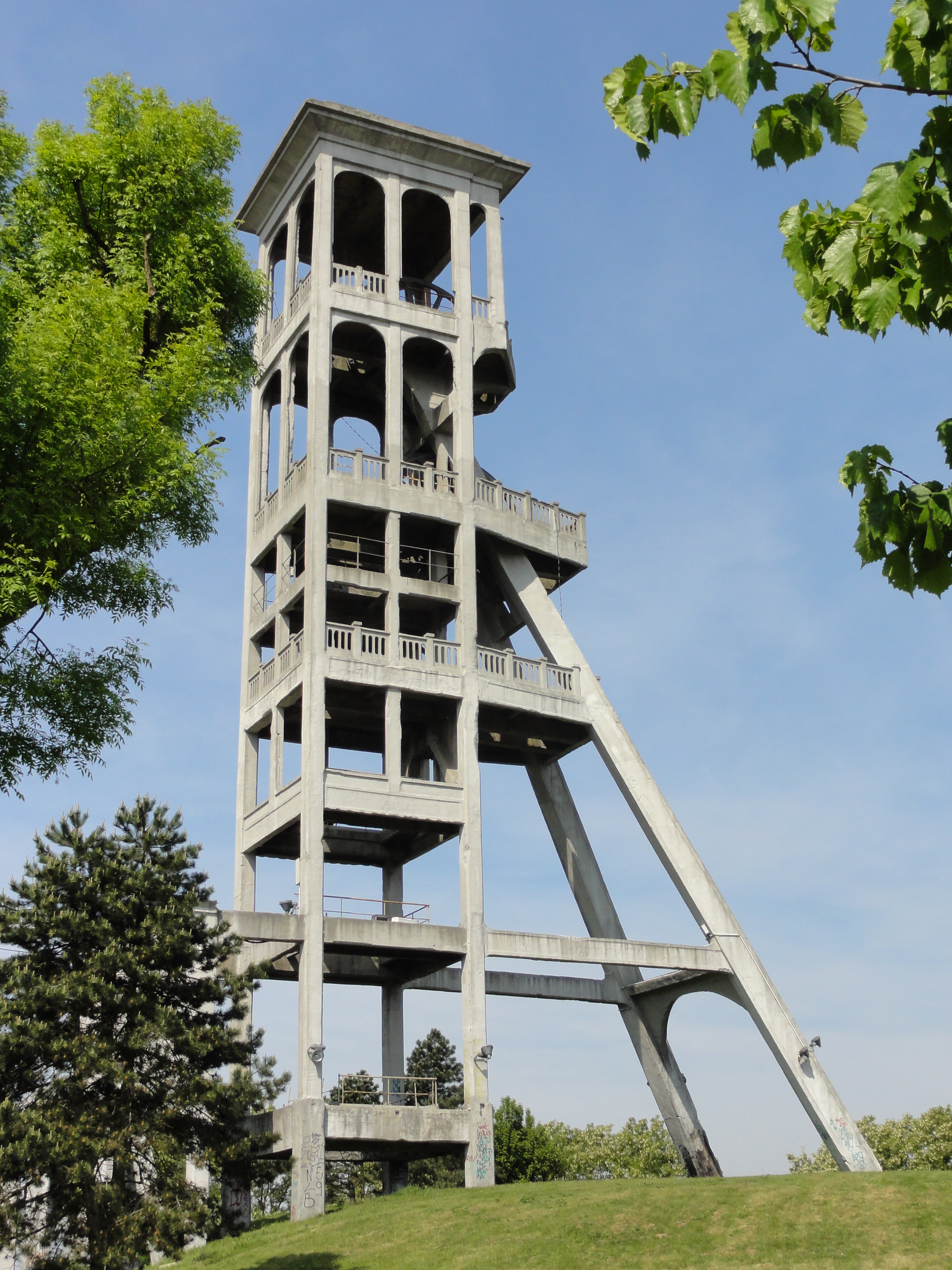
La fosse Dutemple.
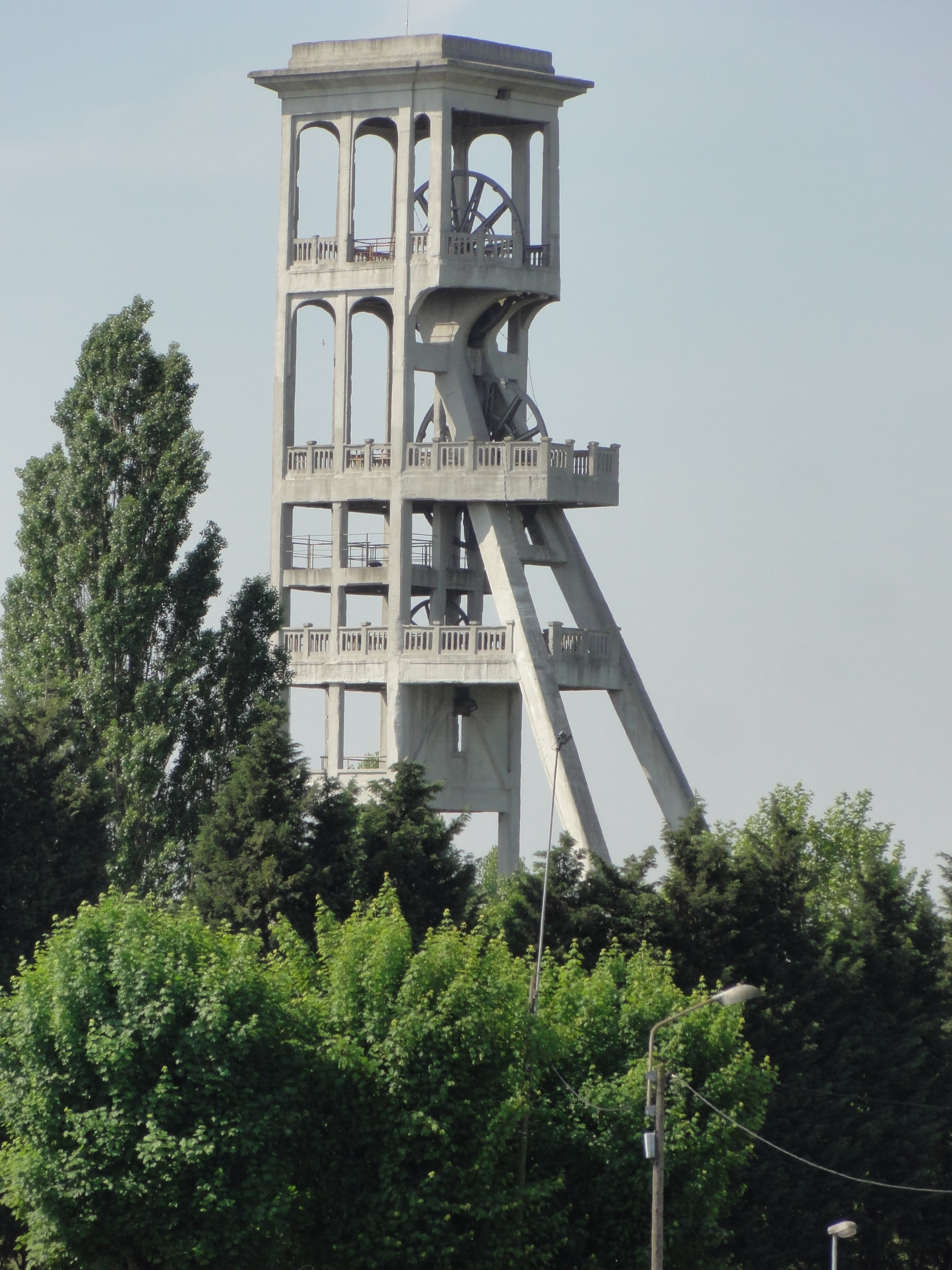
La fosse Dutemple.
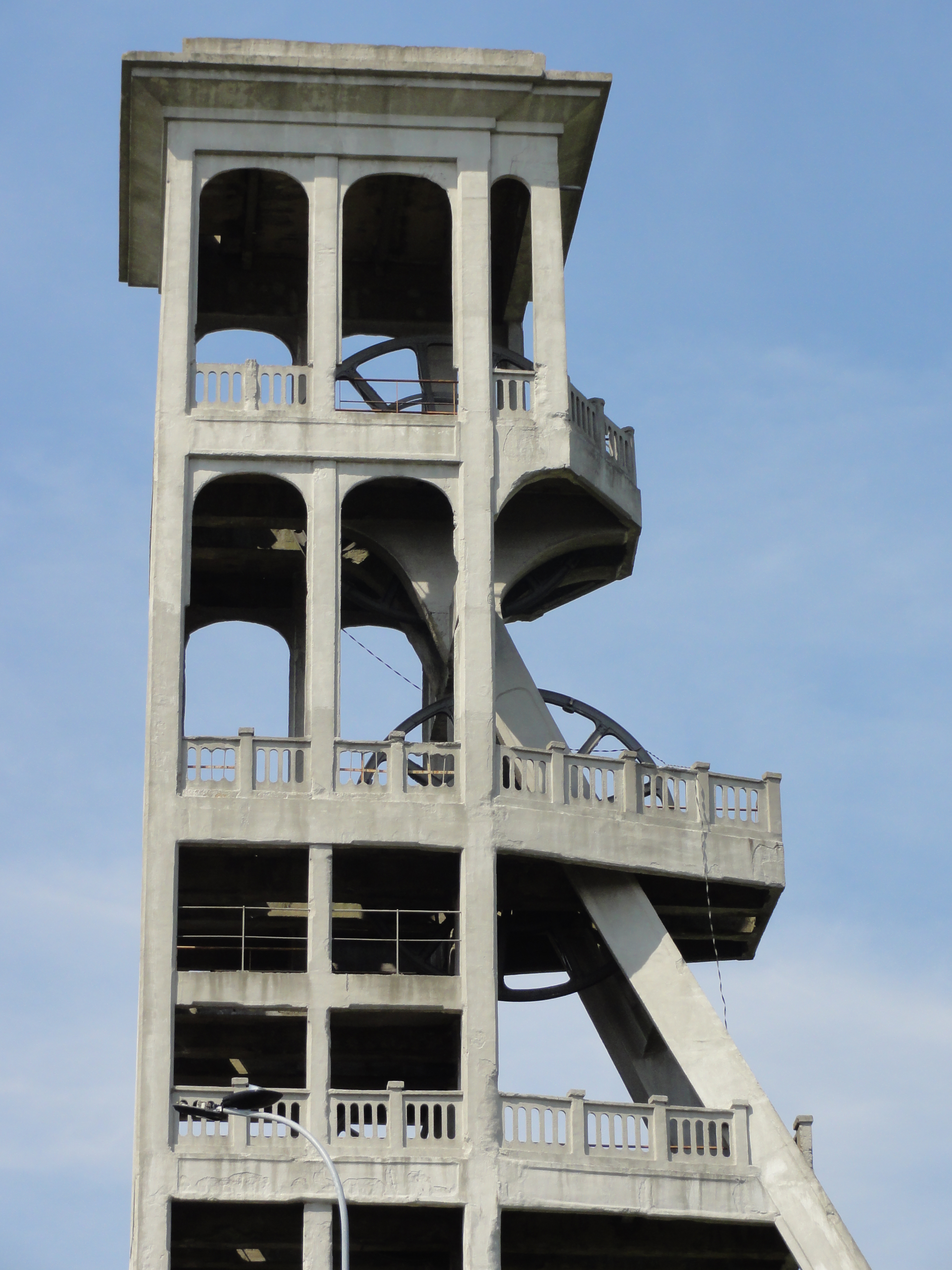
La fosse Dutemple.
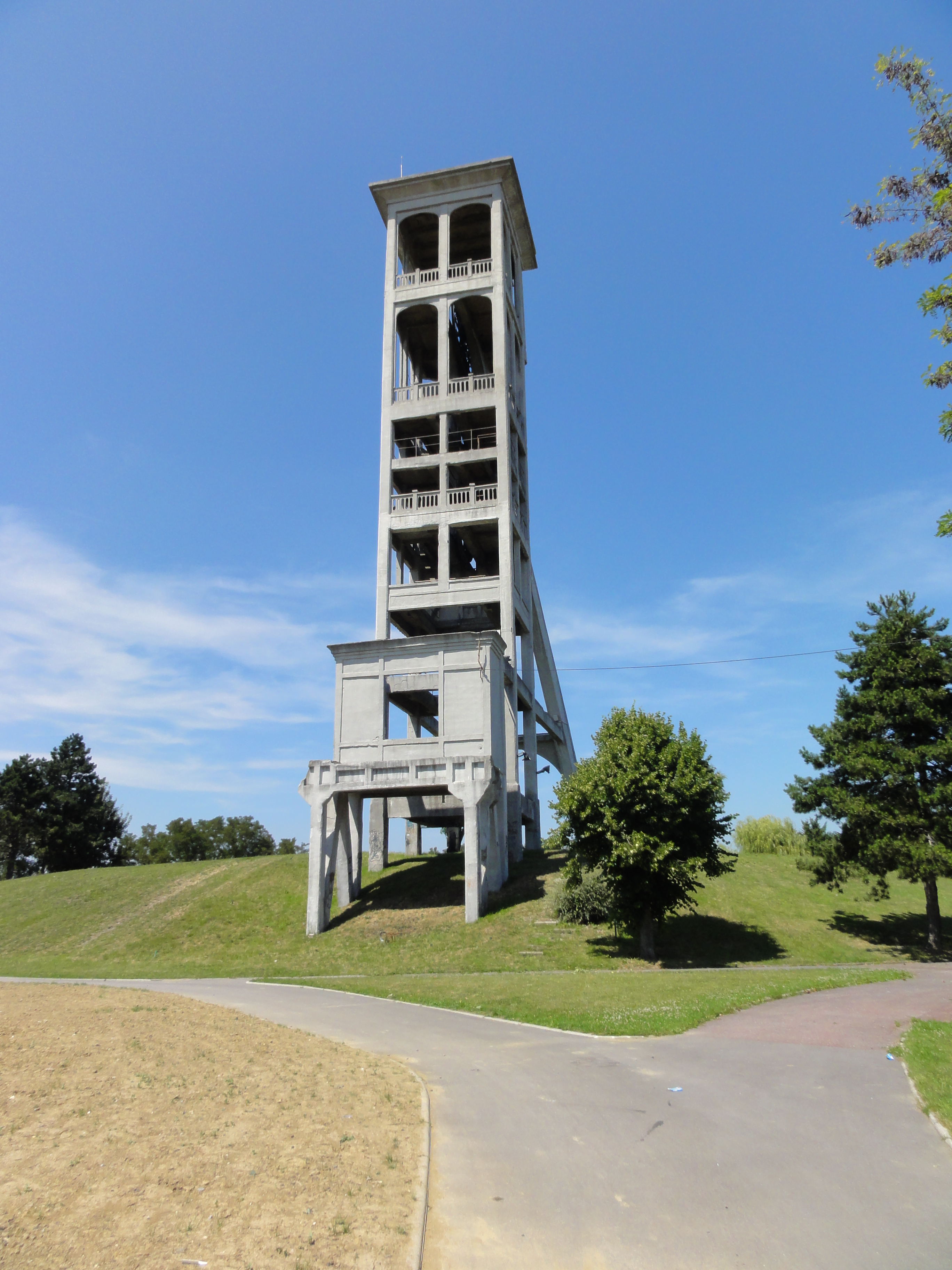
La fosse Dutemple.
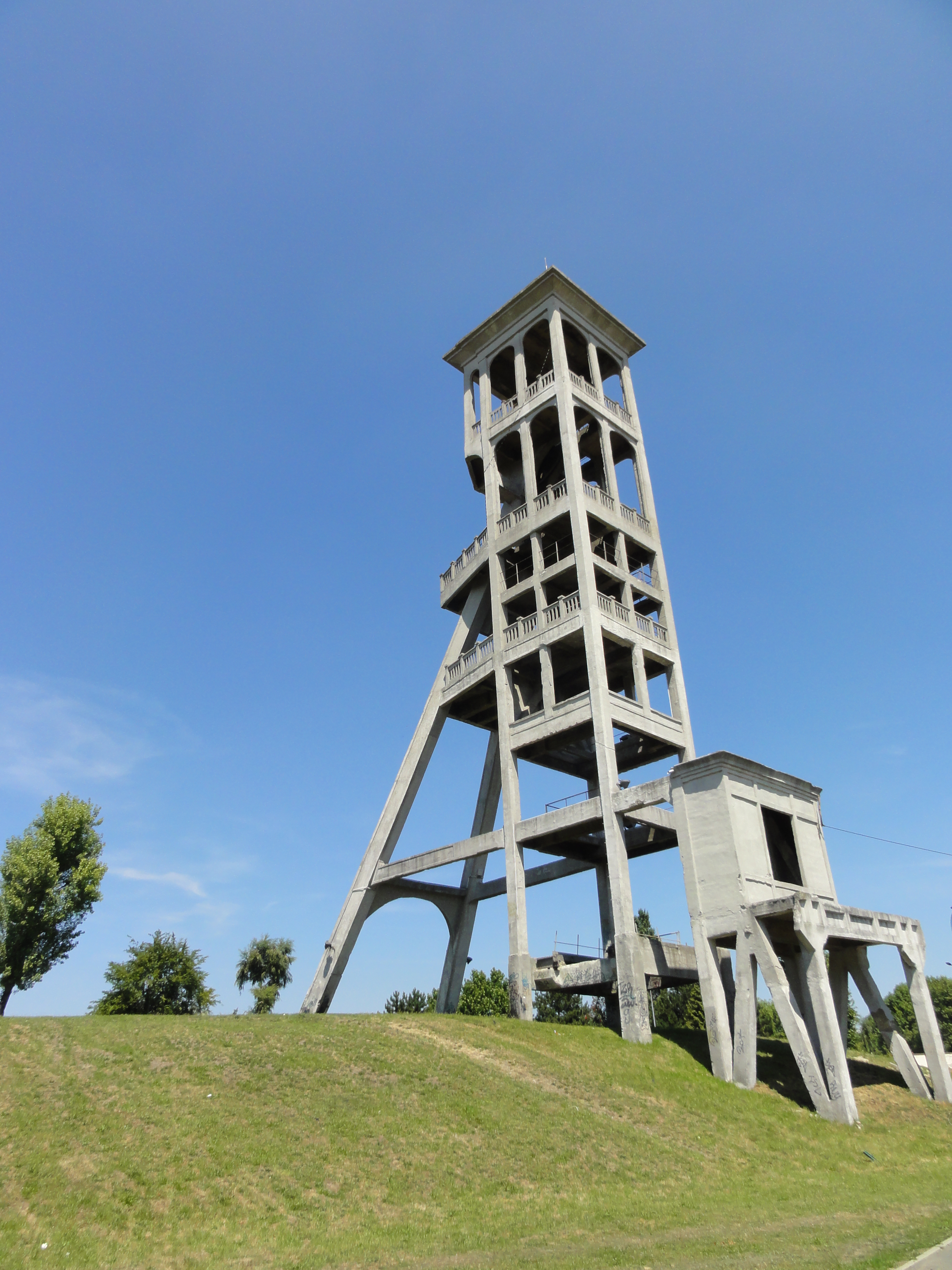
La fosse Dutemple.
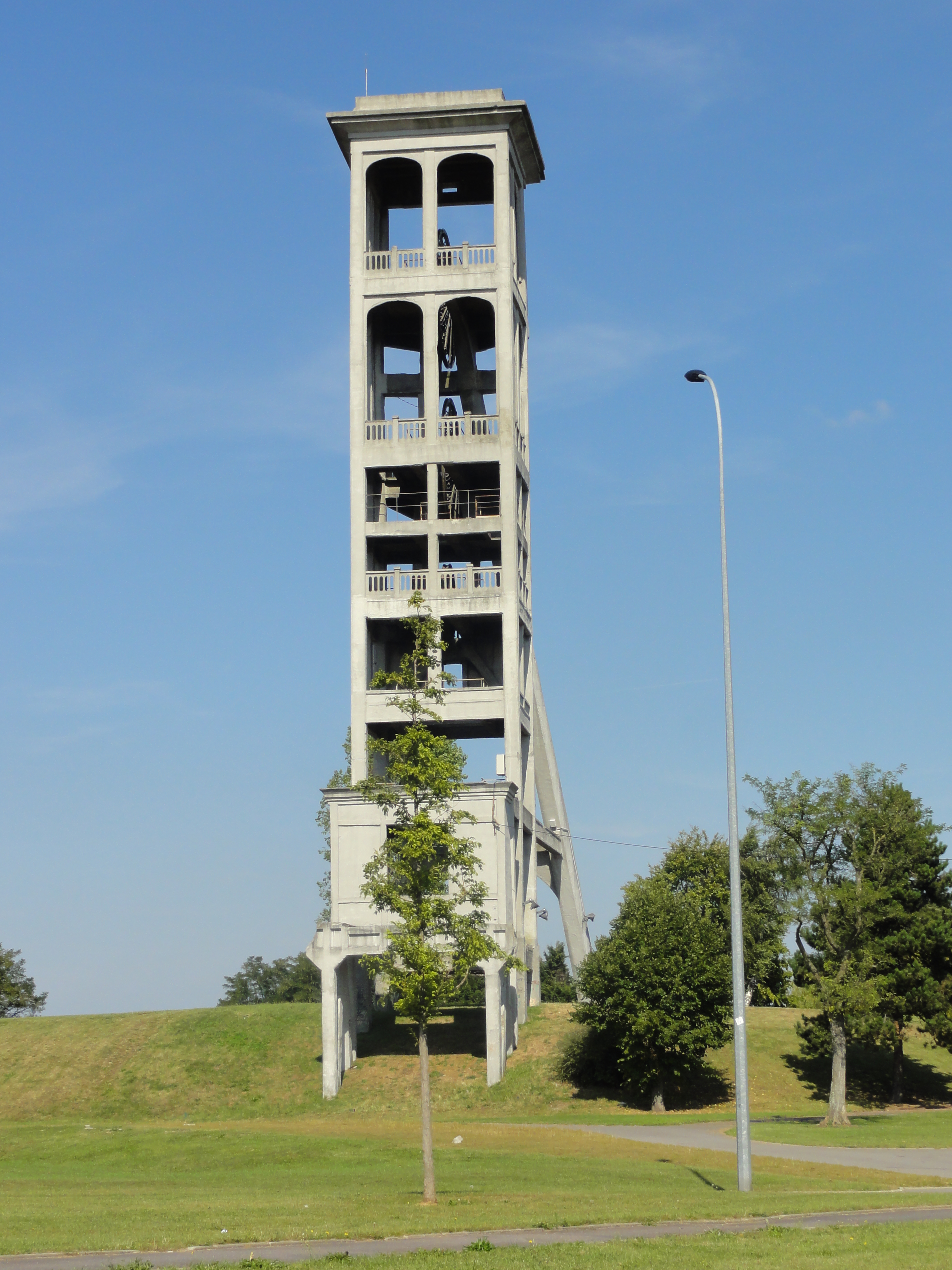
La fosse Dutemple.

### Siteno15
Le site no 15 est le plus étendu en termes d'envergure du bassin minier, il se décompose en deux grandes parties : 
- Au sud, à Haveluy, autour de la fosse d'Haveluy des mines d'Anzin, la cité de corons de la fosse et son dispensaire de la Société de Secours Minière, et la cité pavillonnaire du Bas Riez, ainsi que le terril conique no 157, Haveluy Nord[T 10], et le terril plat no 158, Haveluy Sud[T 11], sont classés.
- Au nord, le classement concerne Bellaing pour la cité pavillonnaire de Bellaing puis Wallers pour la fosse Arenberg des mines d'Anzin, la cité de corons d'Arenberg, la salle des fêtes, l'école ménagère, l'église Sainte-Barbe, l'école, le dispensaire de la Société de Secours minière, la cité pavillonnaire du Nouveau Monde et son école, les cités modernes de la Drève et du Bosquet, l'école de la cité du Bosquet, et, finalement, sur les territoires de Wallers et de Raismes, la mare à Goriaux et le terril plat no 171, Mare à Goriaux[T 12].
- Afin d'assurer la liaison, le cavalier minier traversant cet ensemble du sud-ouest au nord-est via Haveluy, Bellaing, Wallers et Raismes fait également partie du classement.

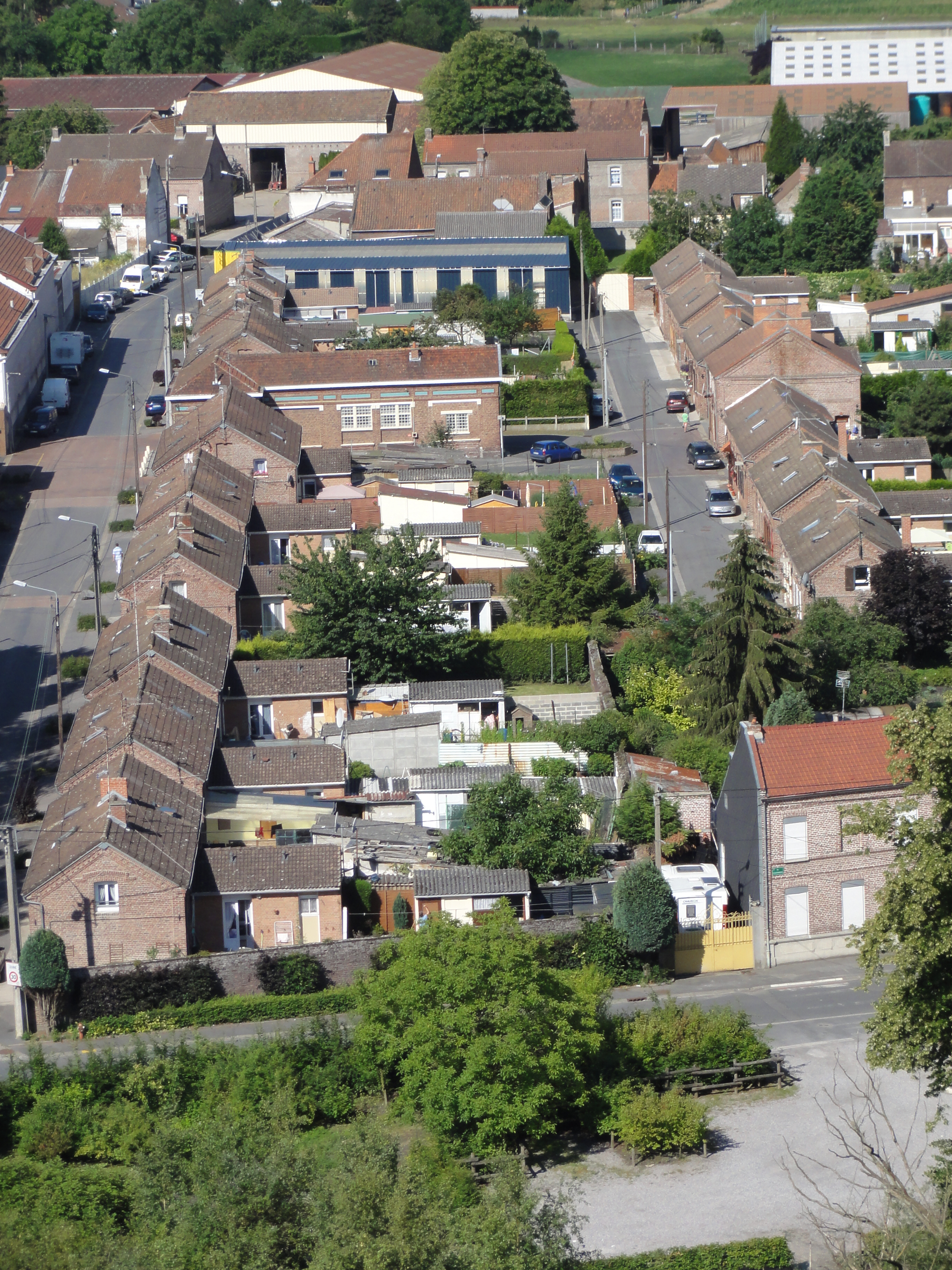
Les corons d'Haveluy.
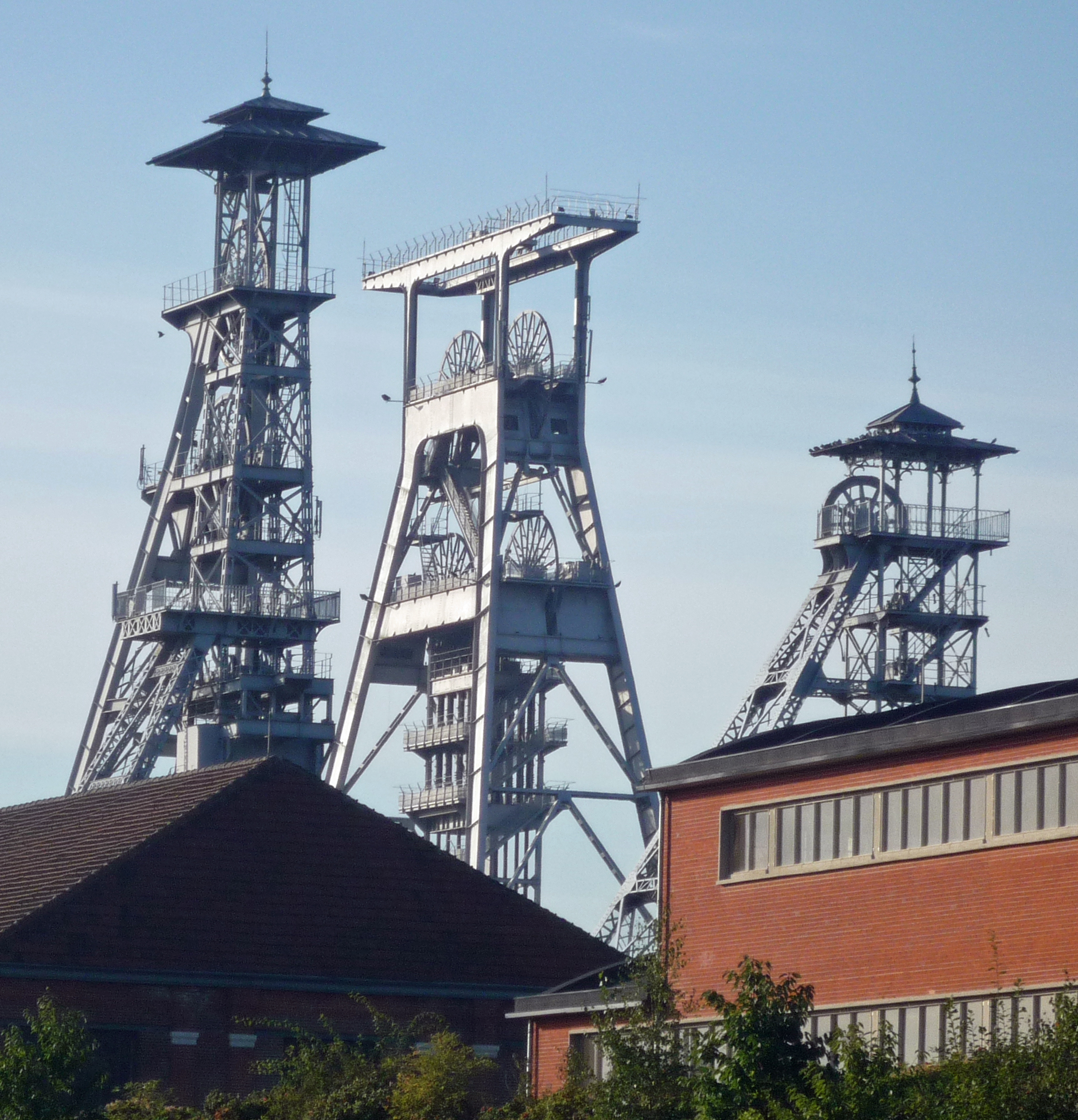
La fosse Arenberg.
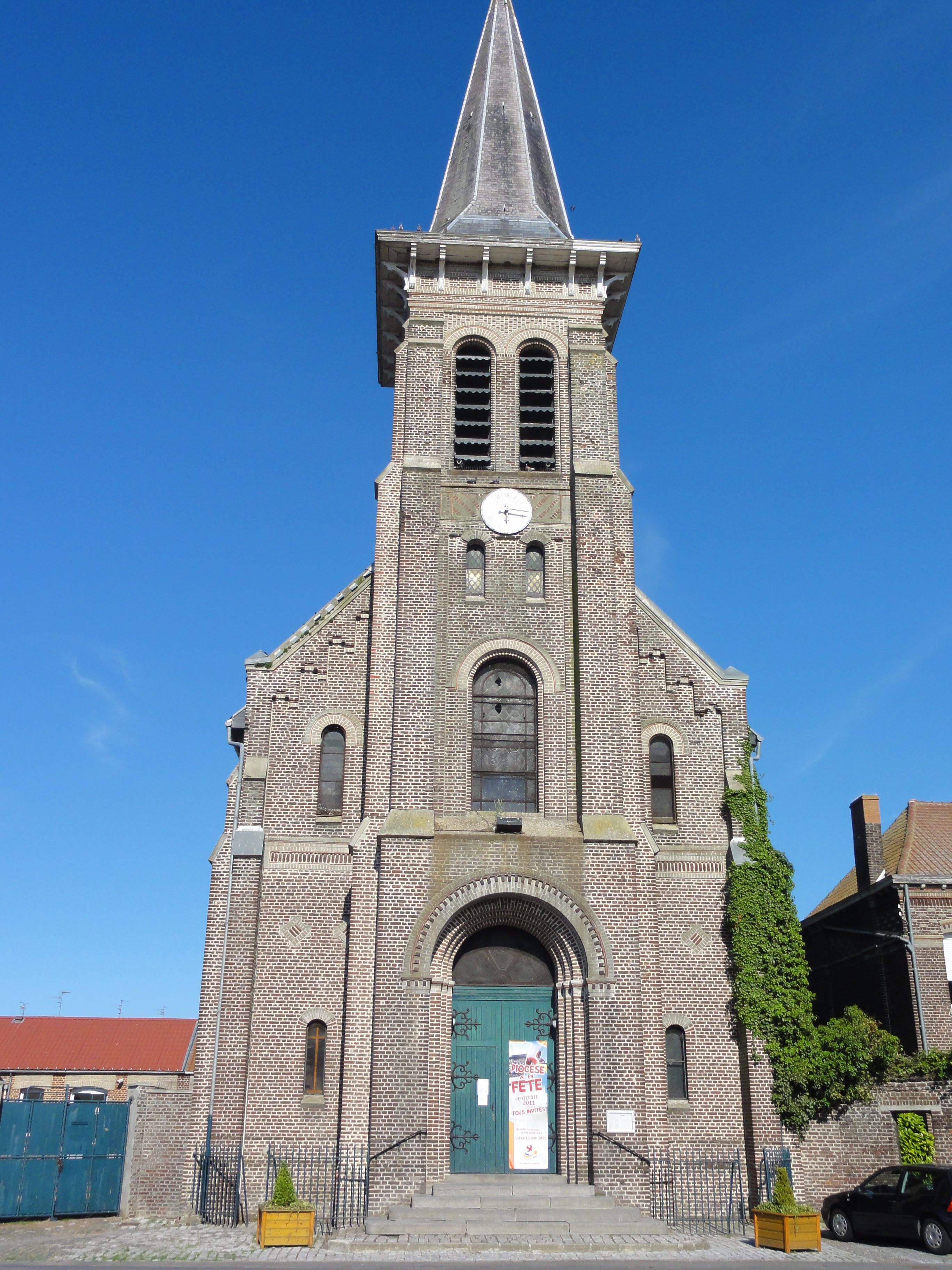
L'église Sainte-Barbe.
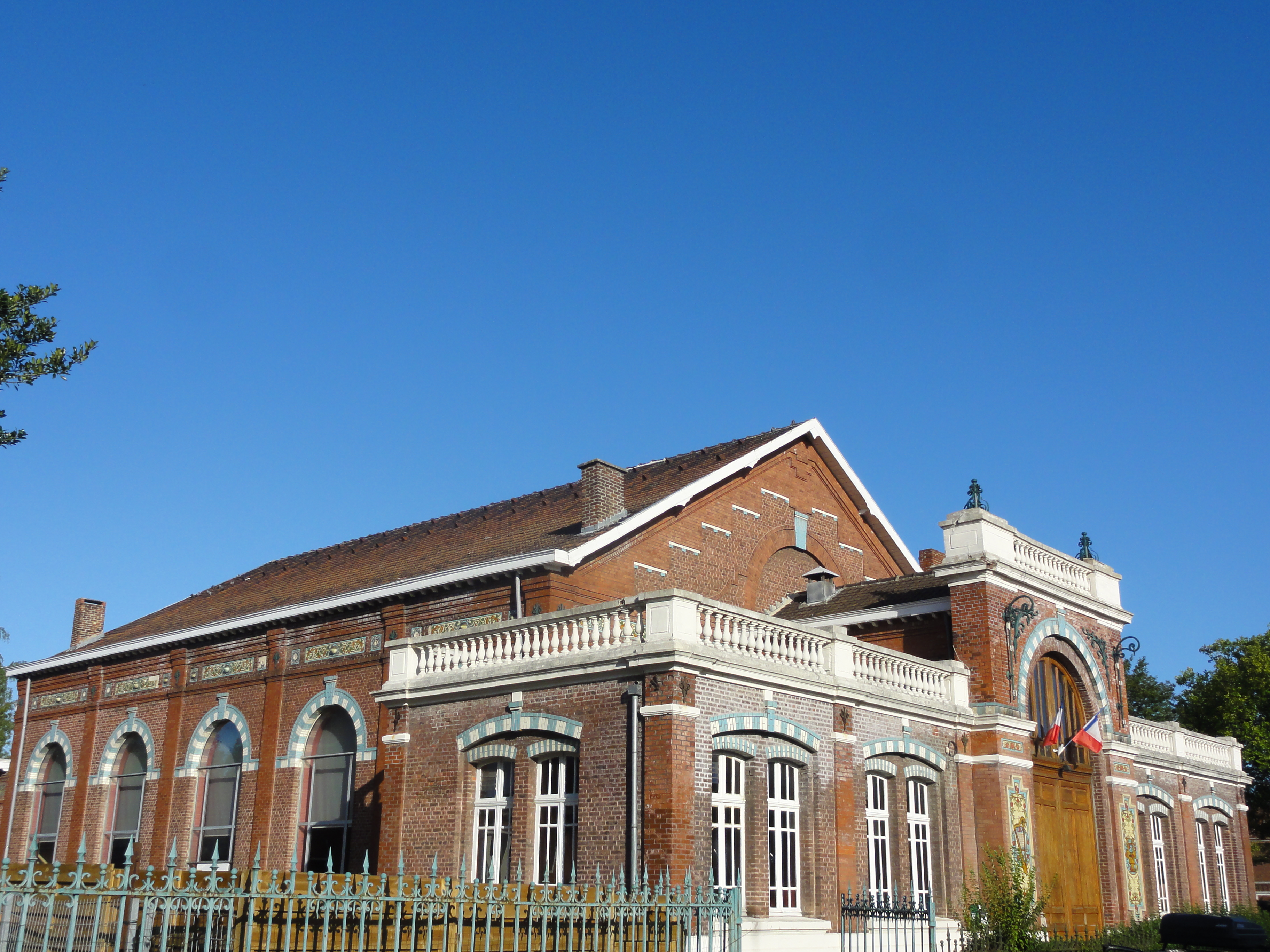
La salle des fêtes.
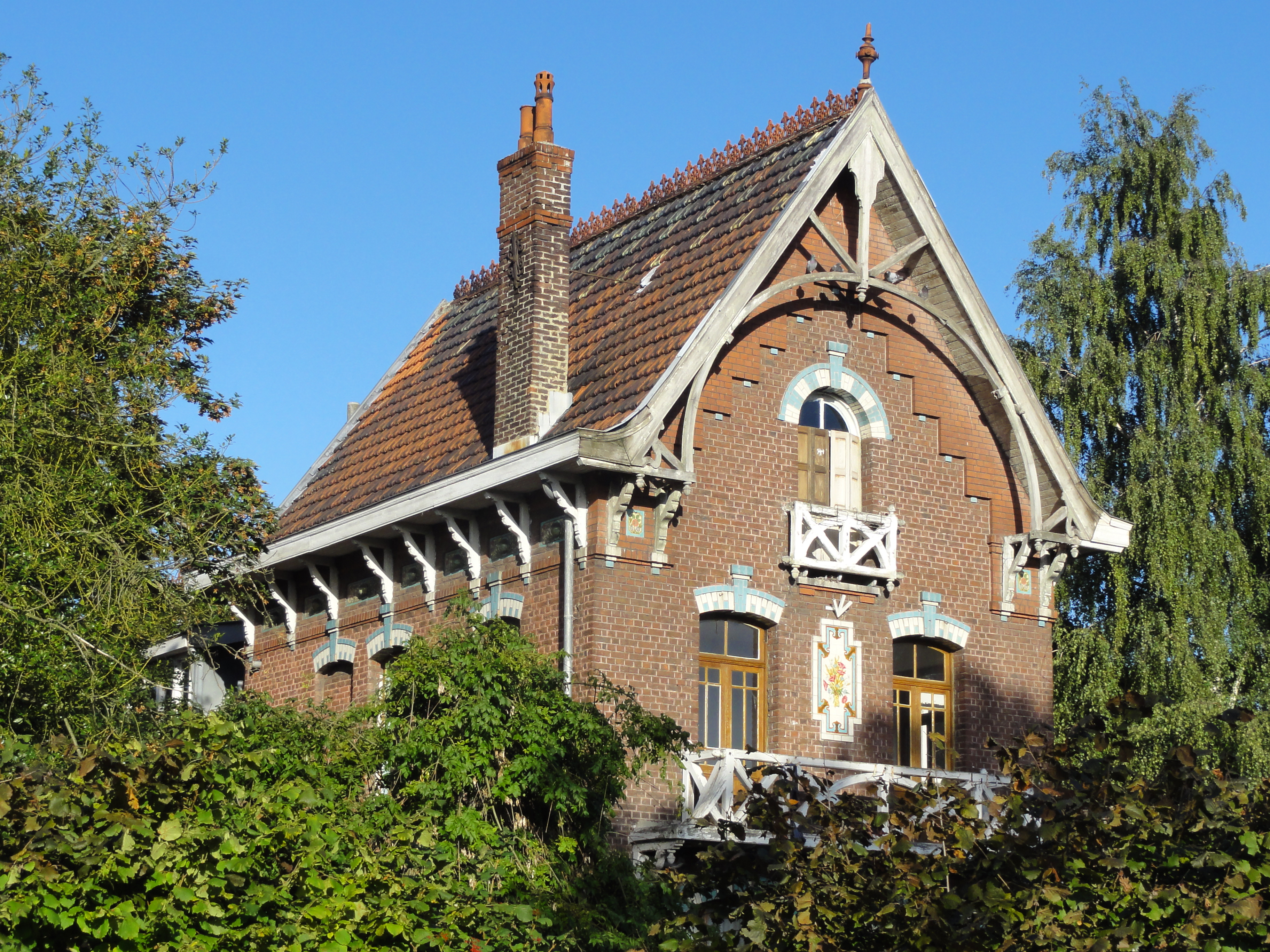
L'école ménagère.
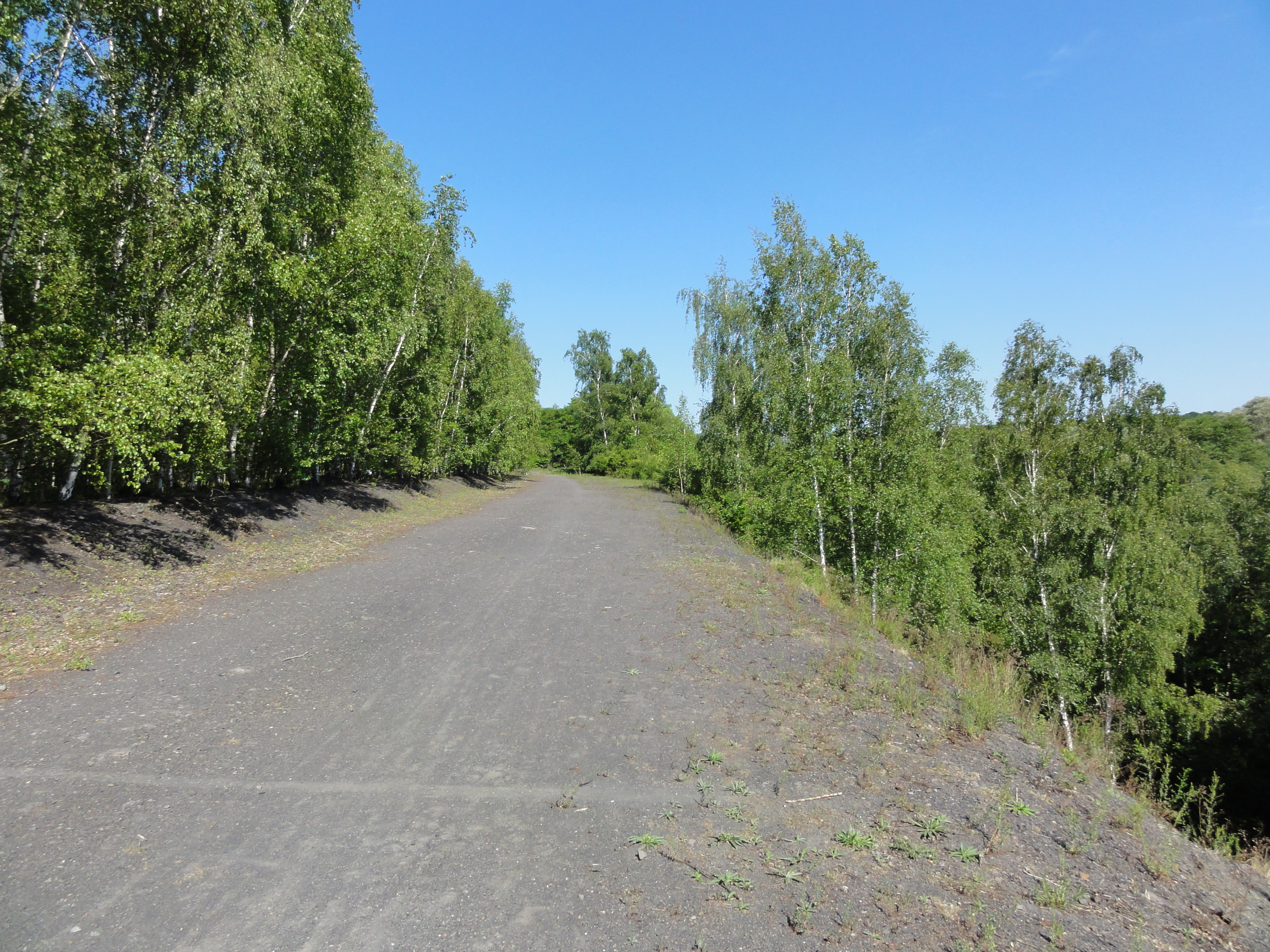
Le terril no 171, Mare à Goriaux.

### Siteno16
Le site no 16 est constitué par la cité de corons Chabaud-Latour Ancienne et par la cité pavillonnaire Chabaud-Latour Nouvelle, bâties près de la fosse Chabaud-Latour des mines d'Anzin à Denain.

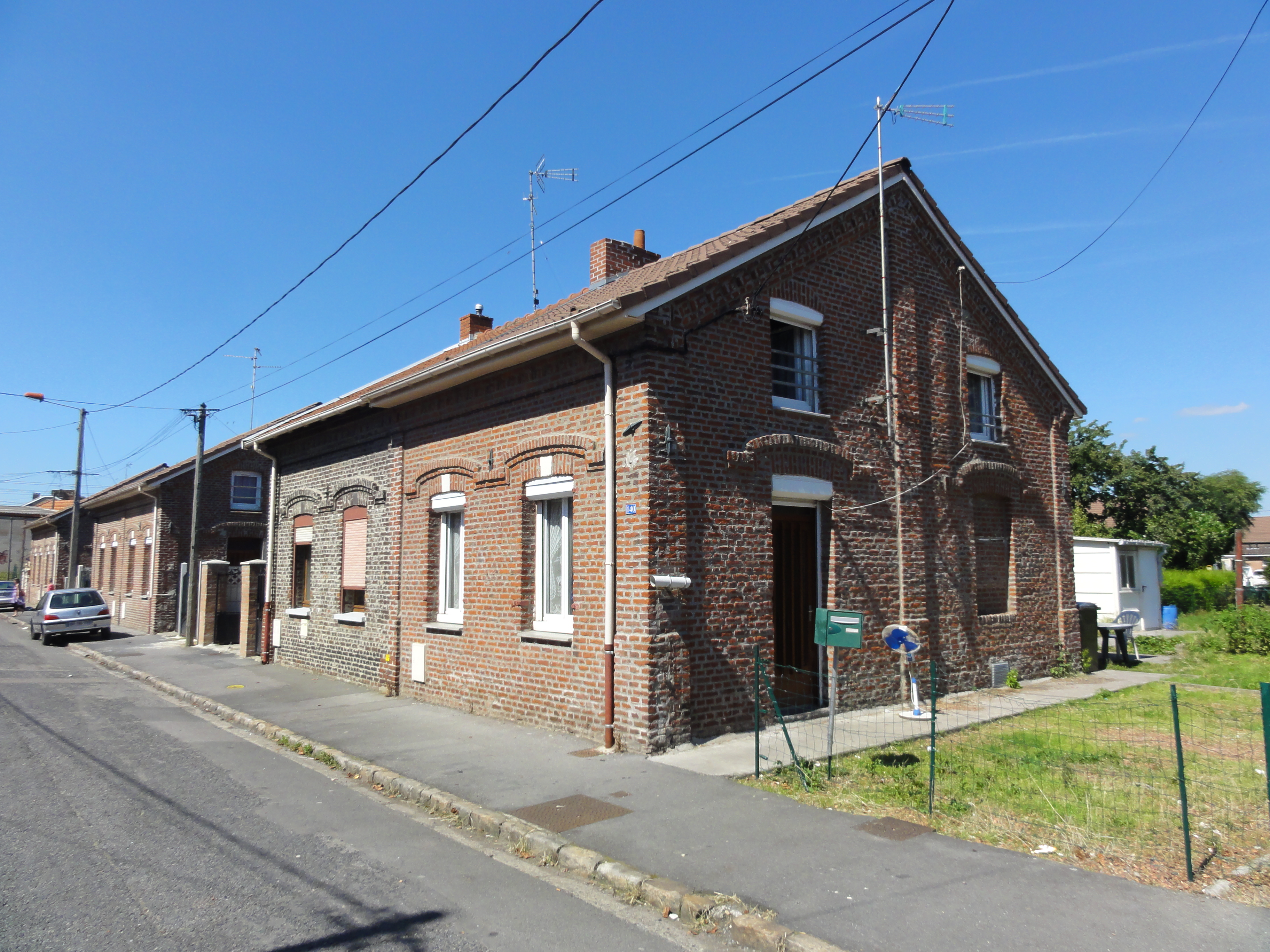
La cité Chabaud-Latour Ancienne.
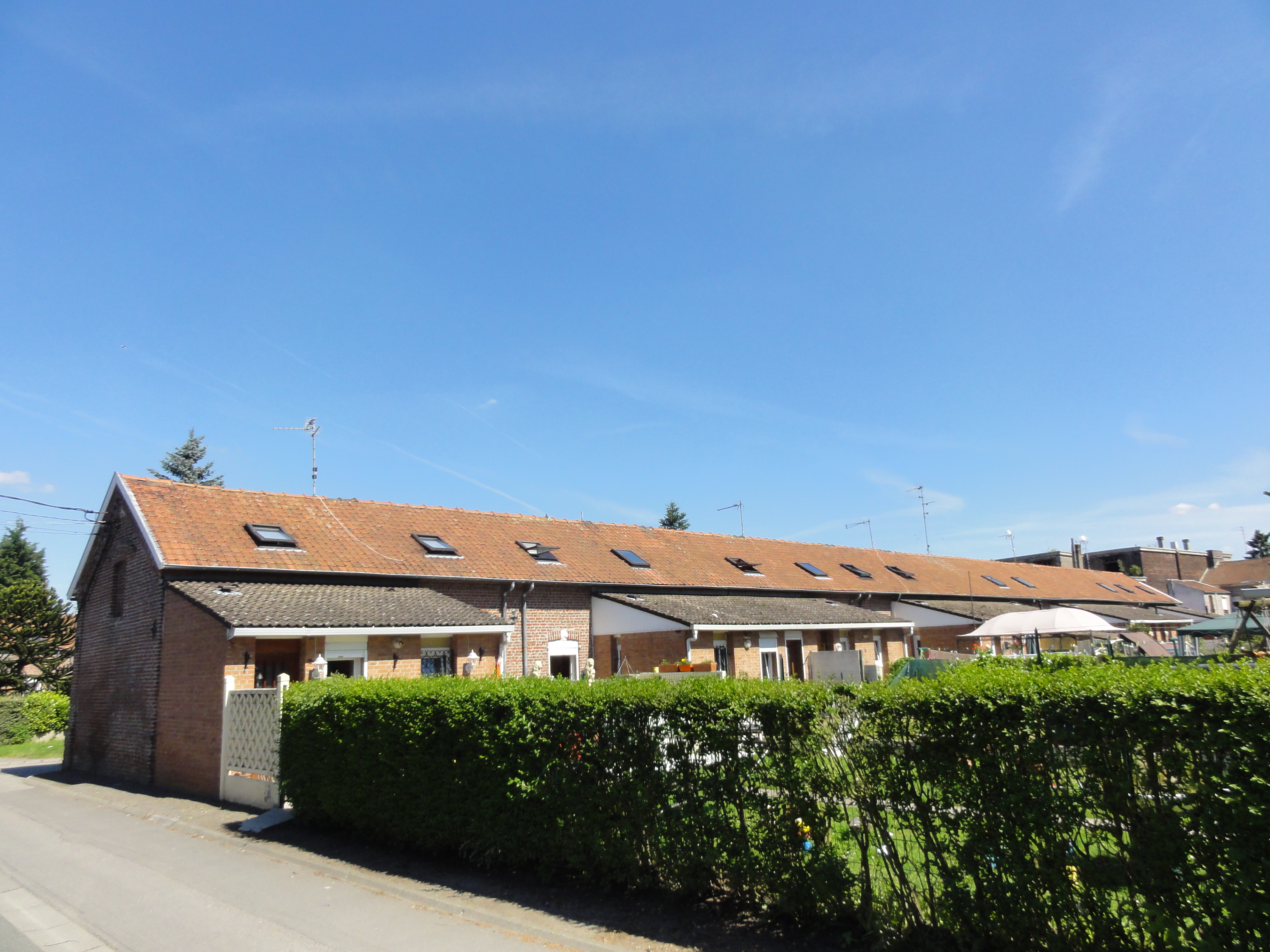
La cité Chabaud-Latour Ancienne.
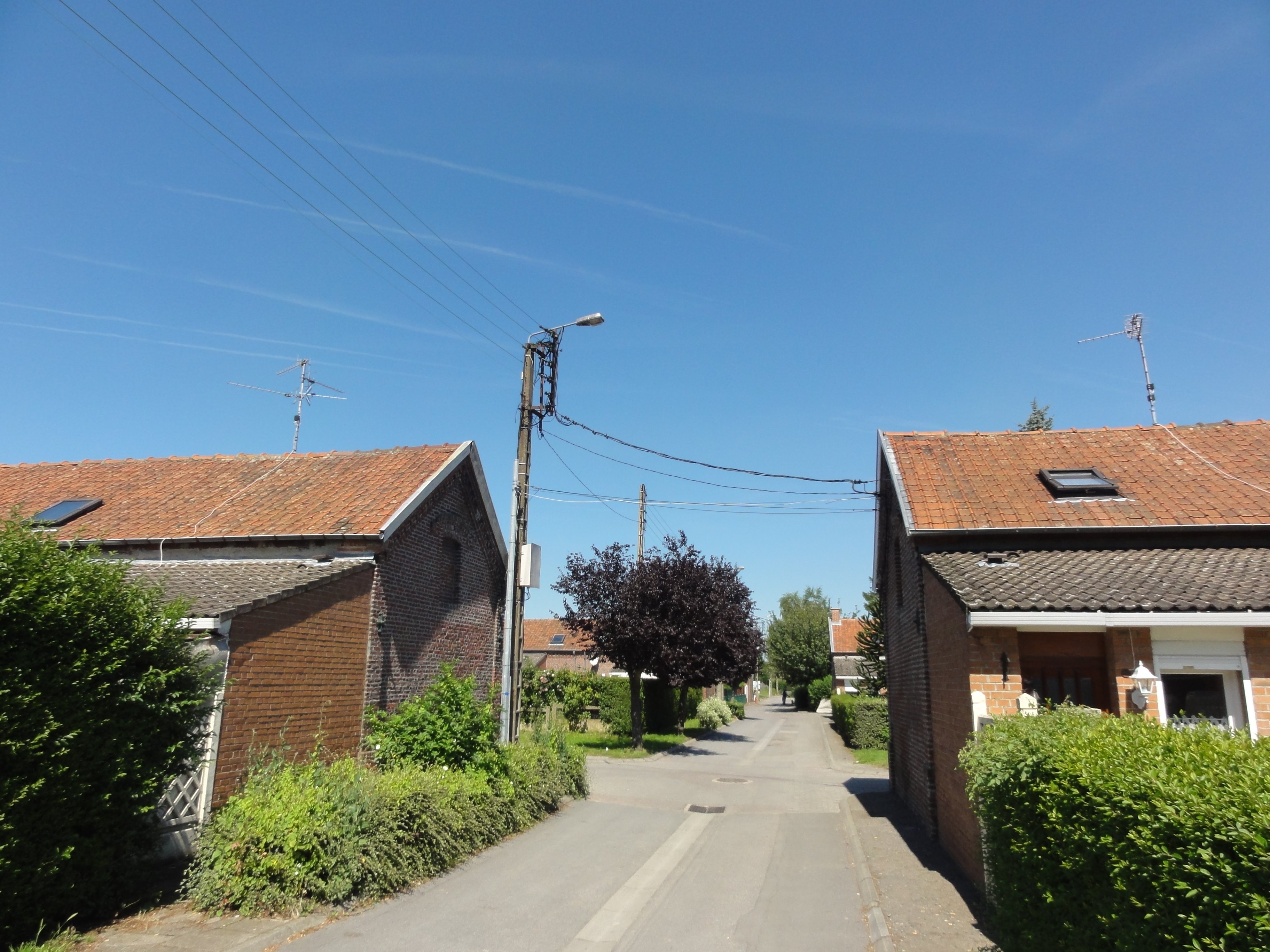
La cité Chabaud-Latour Ancienne.
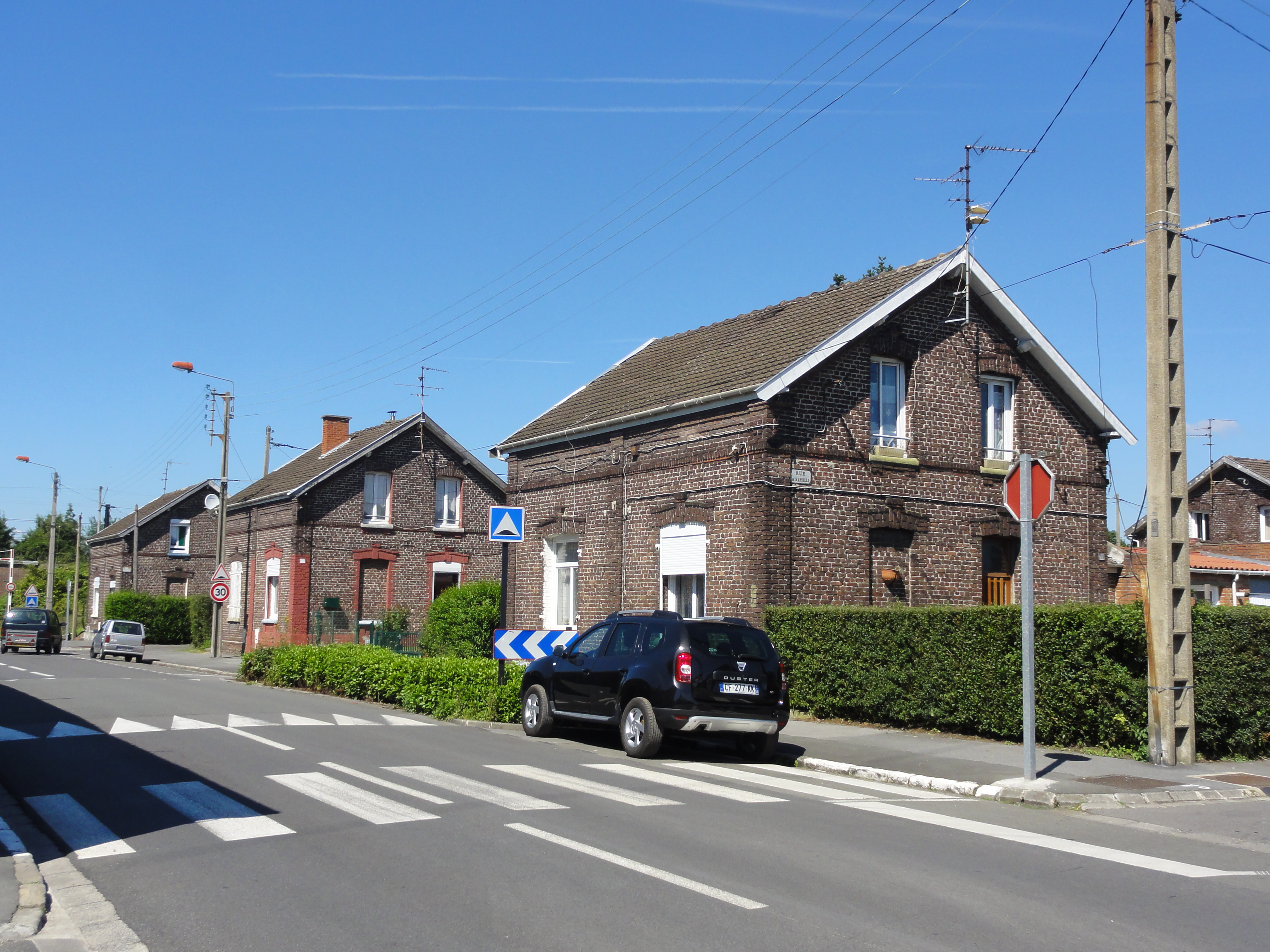
La cité Chabaud-Latour Nouvelle.
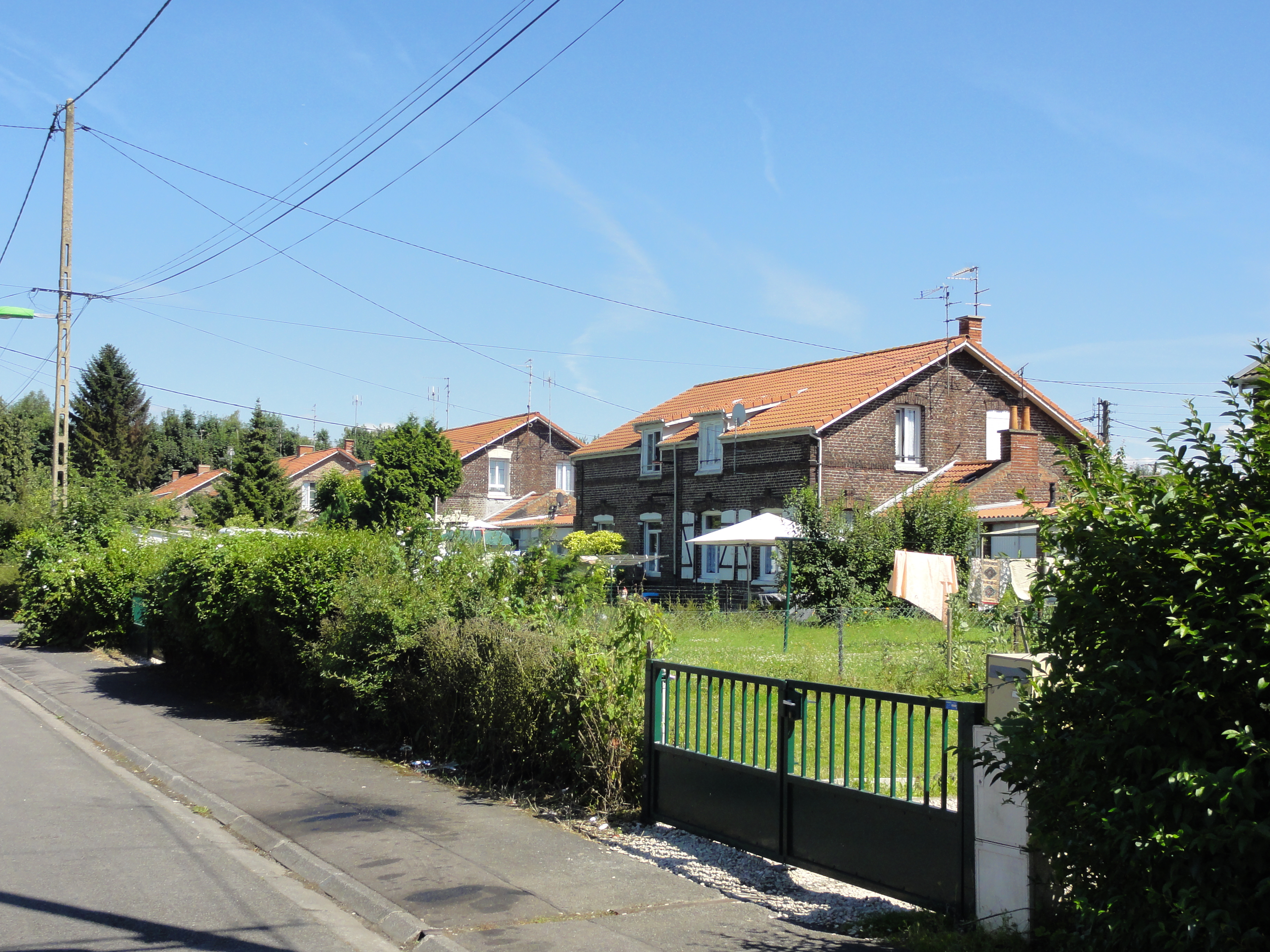
La cité Chabaud-Latour Nouvelle.
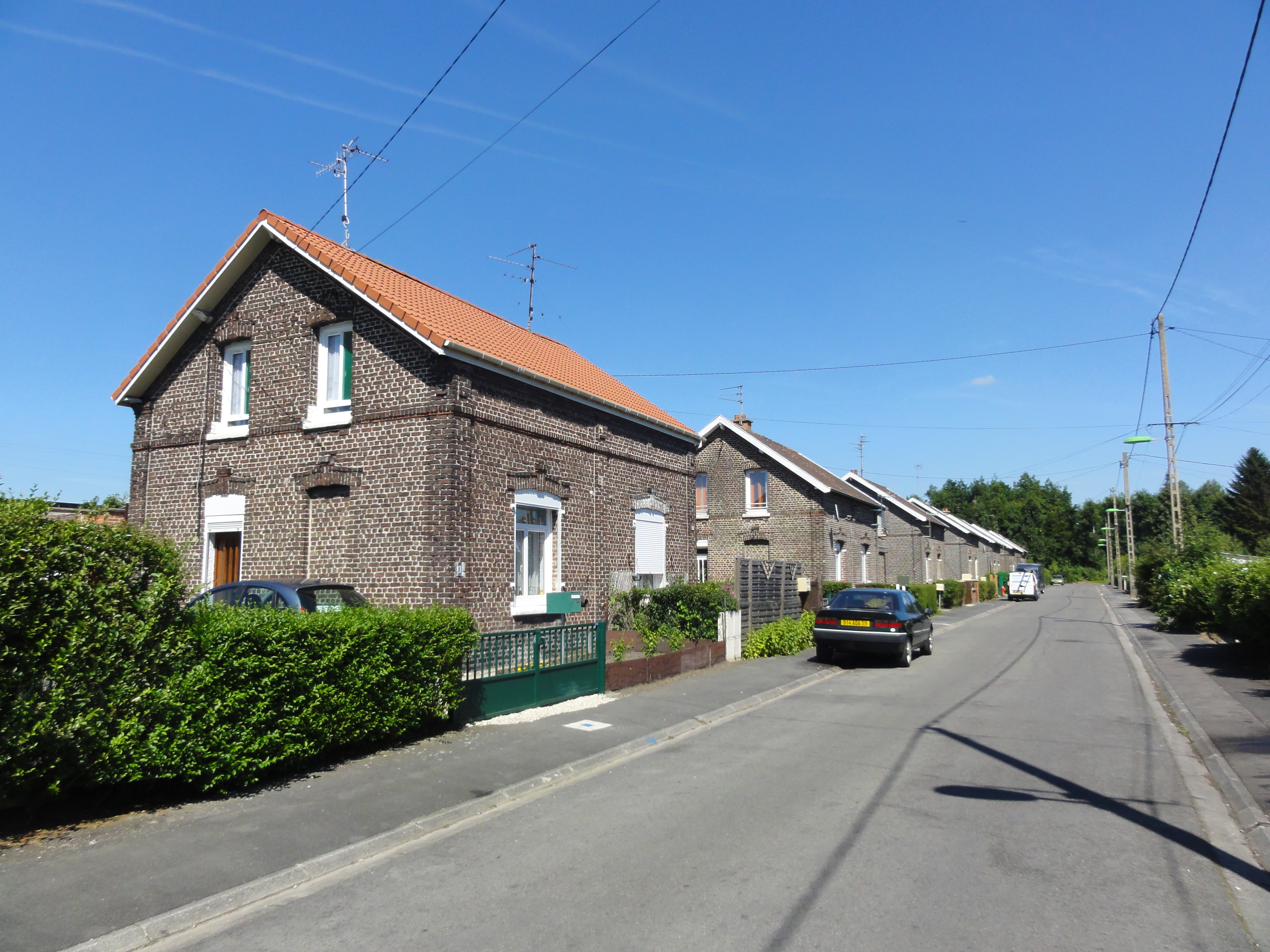
La cité Chabaud-Latour Nouvelle.

### Siteno17
Google Maps
Le site no 17 est formé par la fosse Mathilde des mines d'Anzin à Denain.

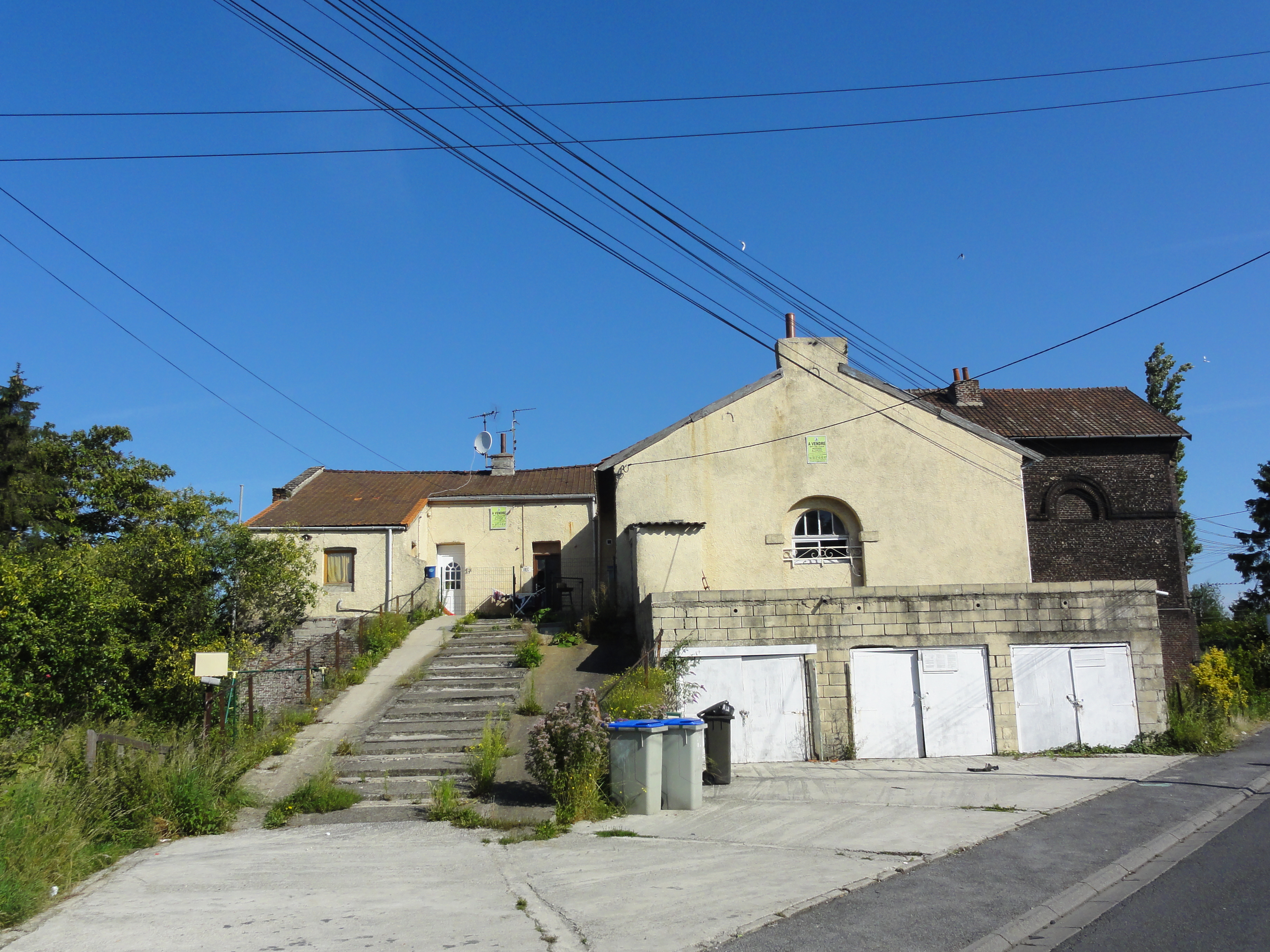
La fosse Mathilde.
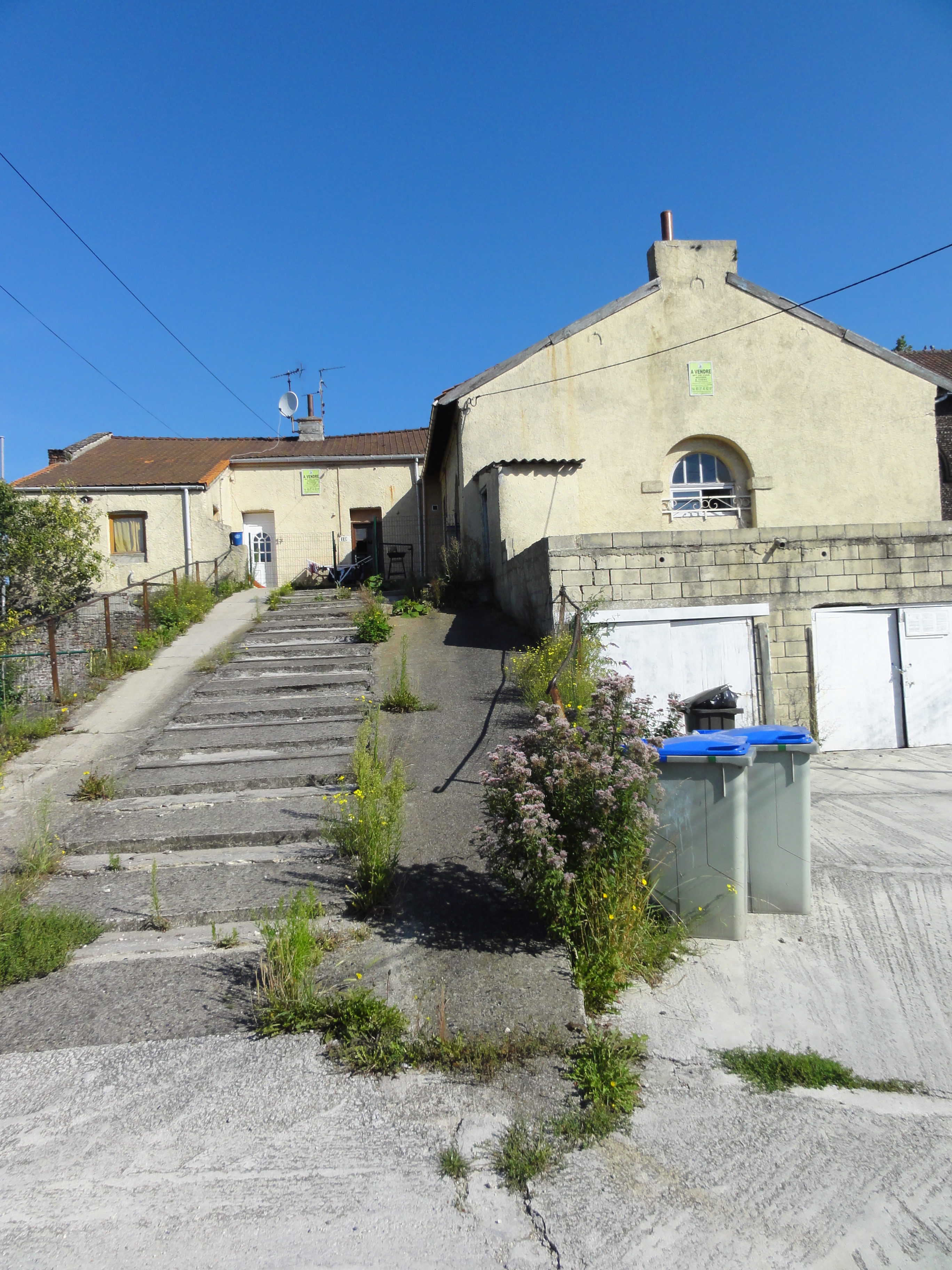
La fosse Mathilde.
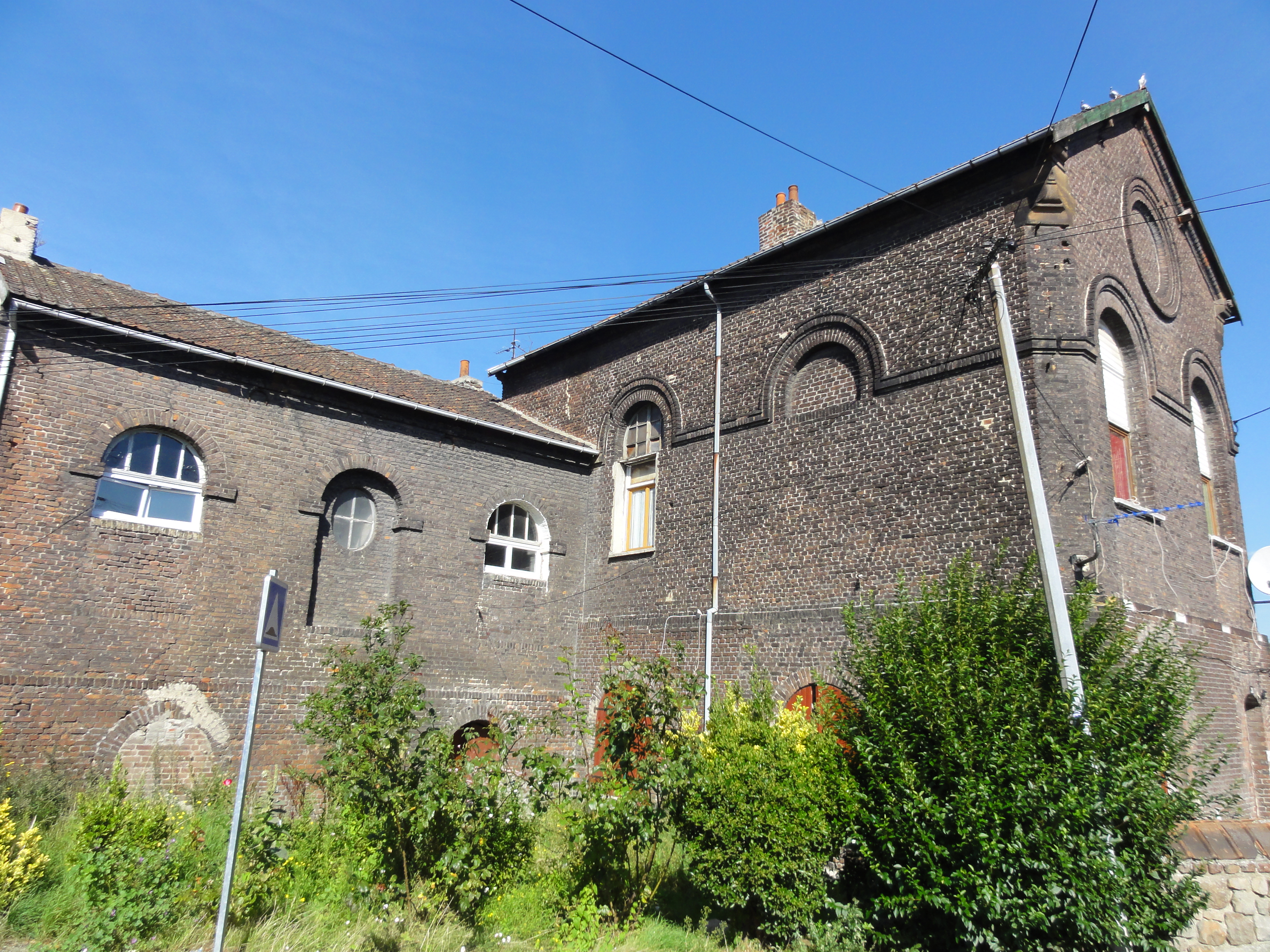
La fosse Mathilde.
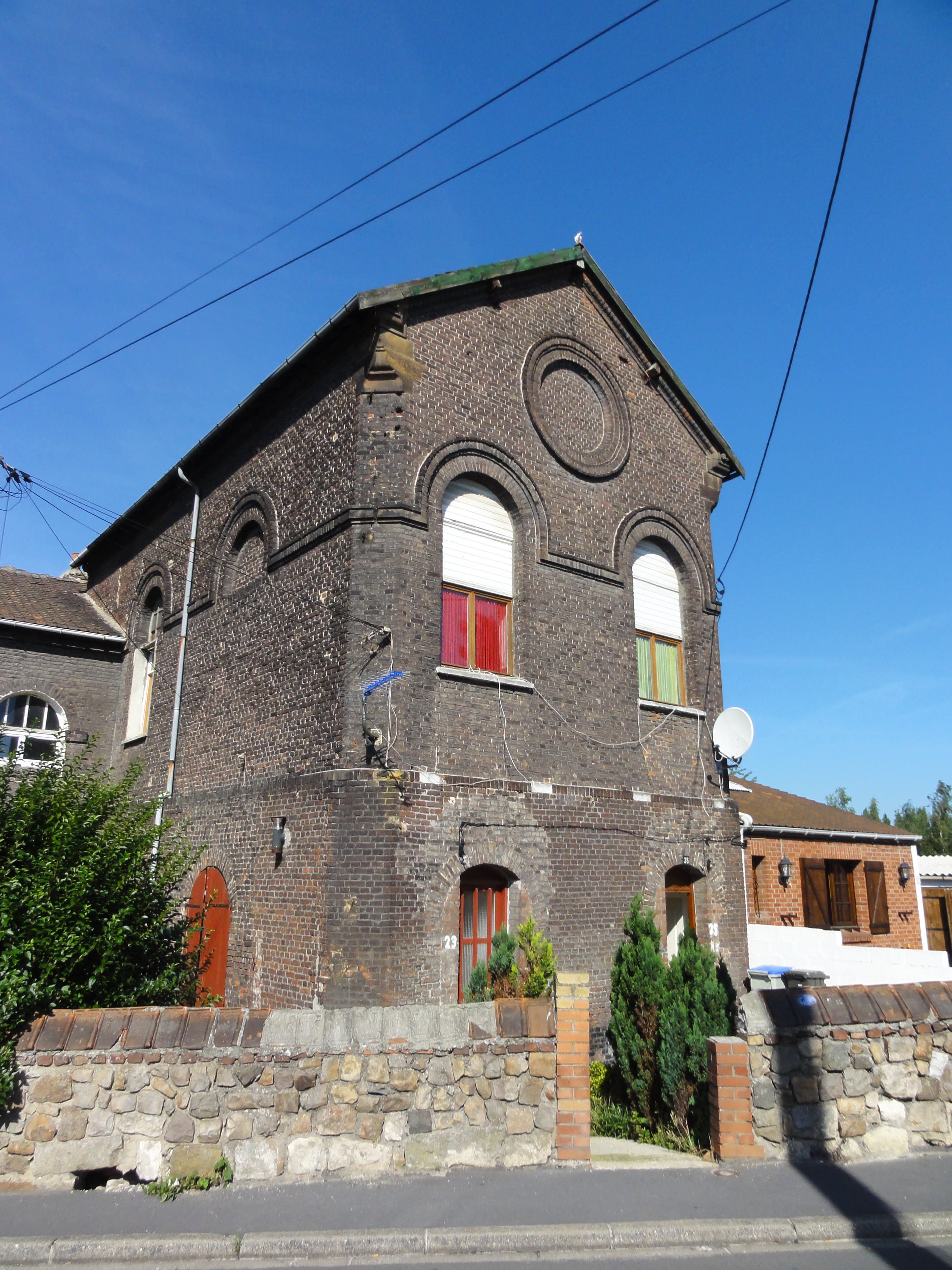
La fosse Mathilde.
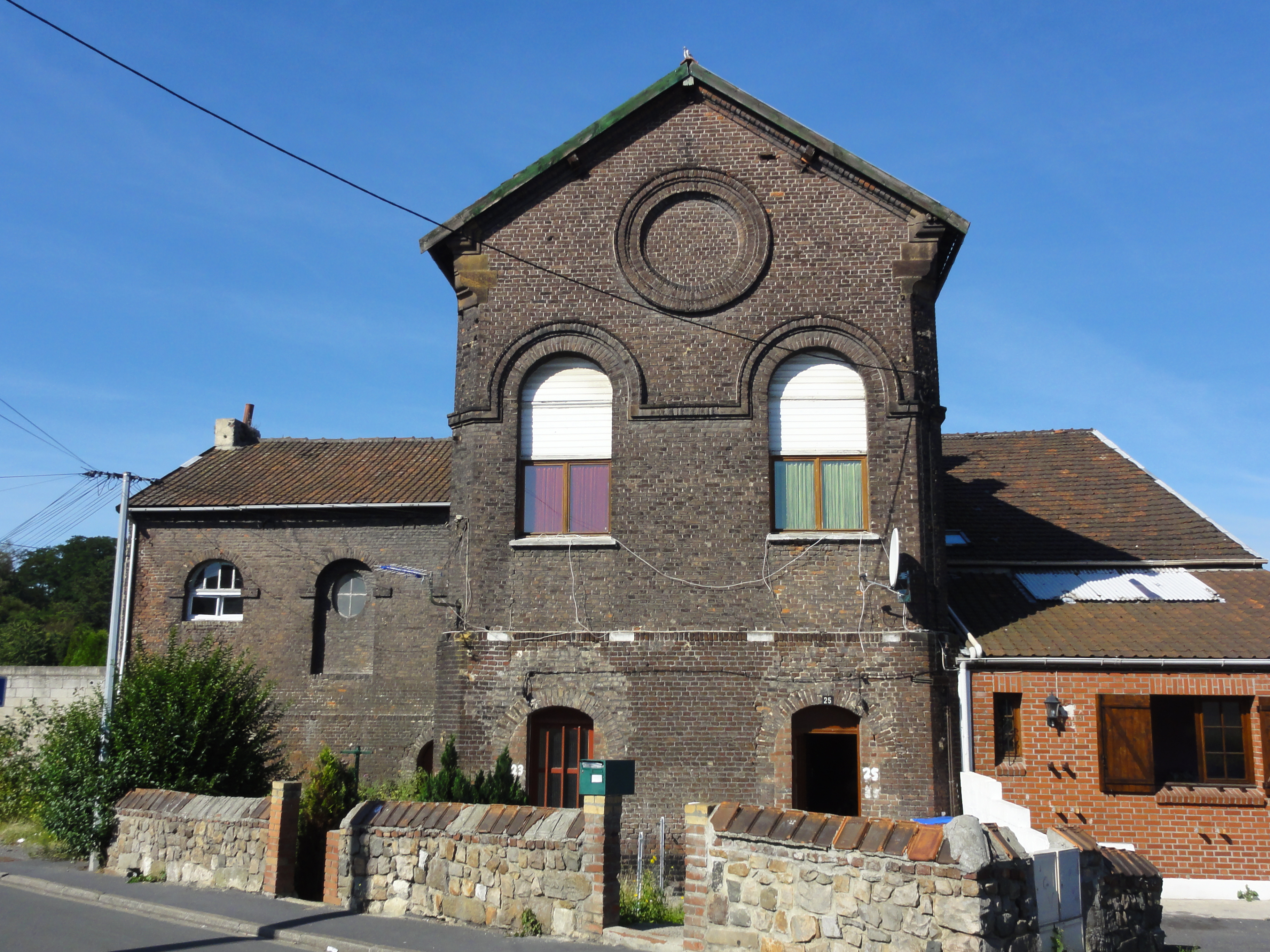
La fosse Mathilde.
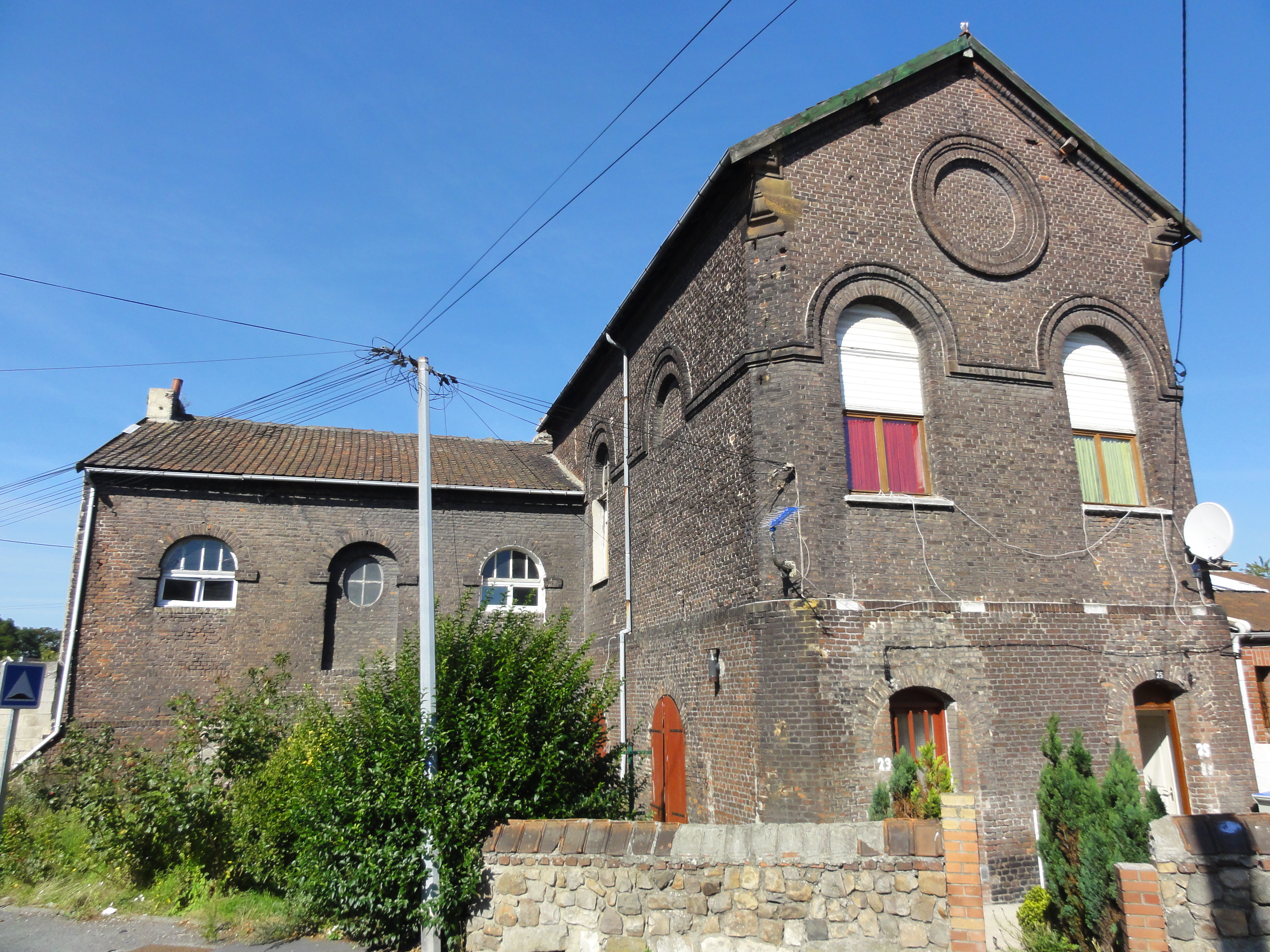
La fosse Mathilde.

### Siteno18
Google Maps
Le site no 18 est formé par le terril conique no 162, Renard, issu de l'exploitation de la fosse Renard des mines d'Anzin à Denain.

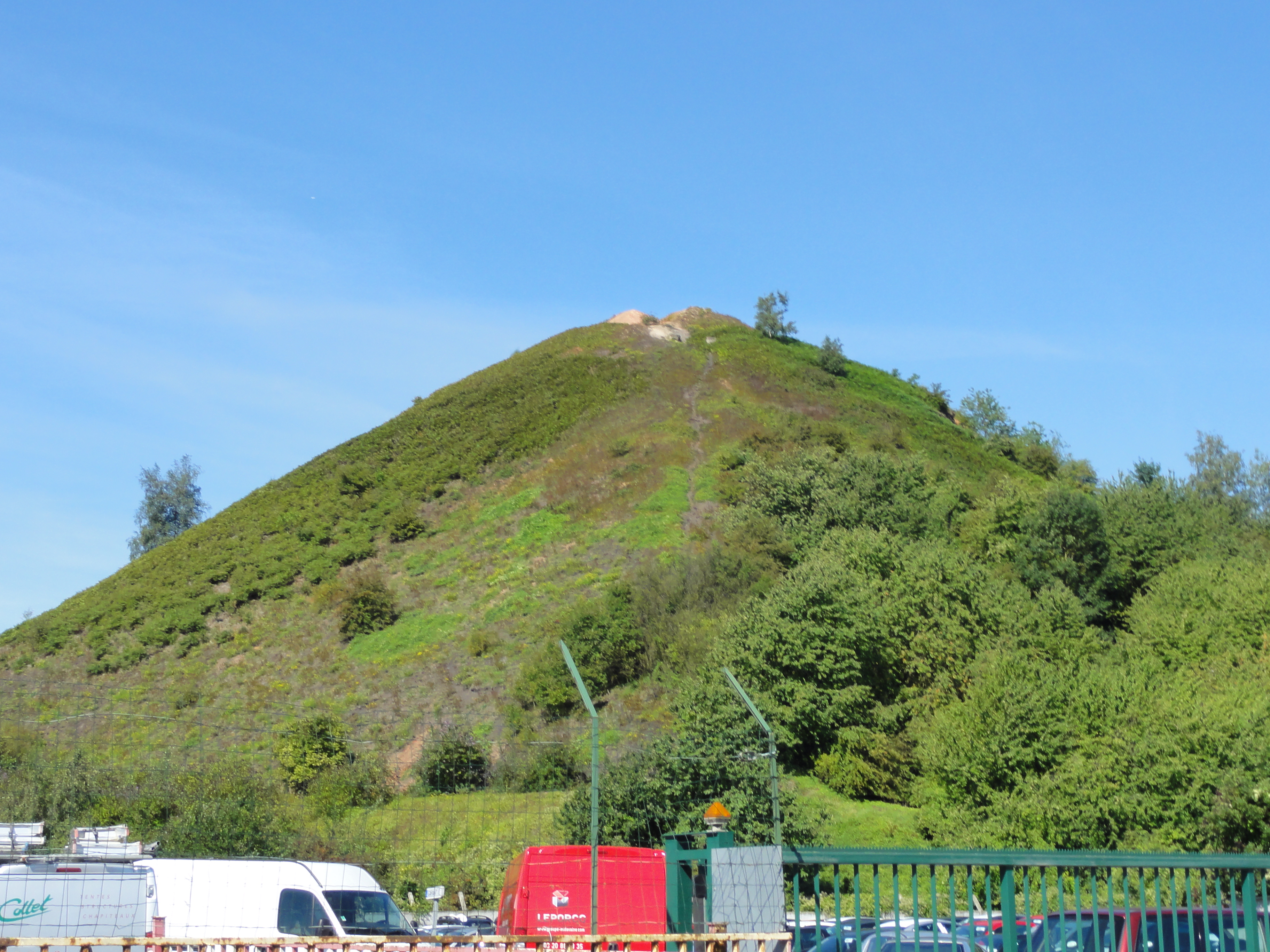
Le terril no 162, Renard.
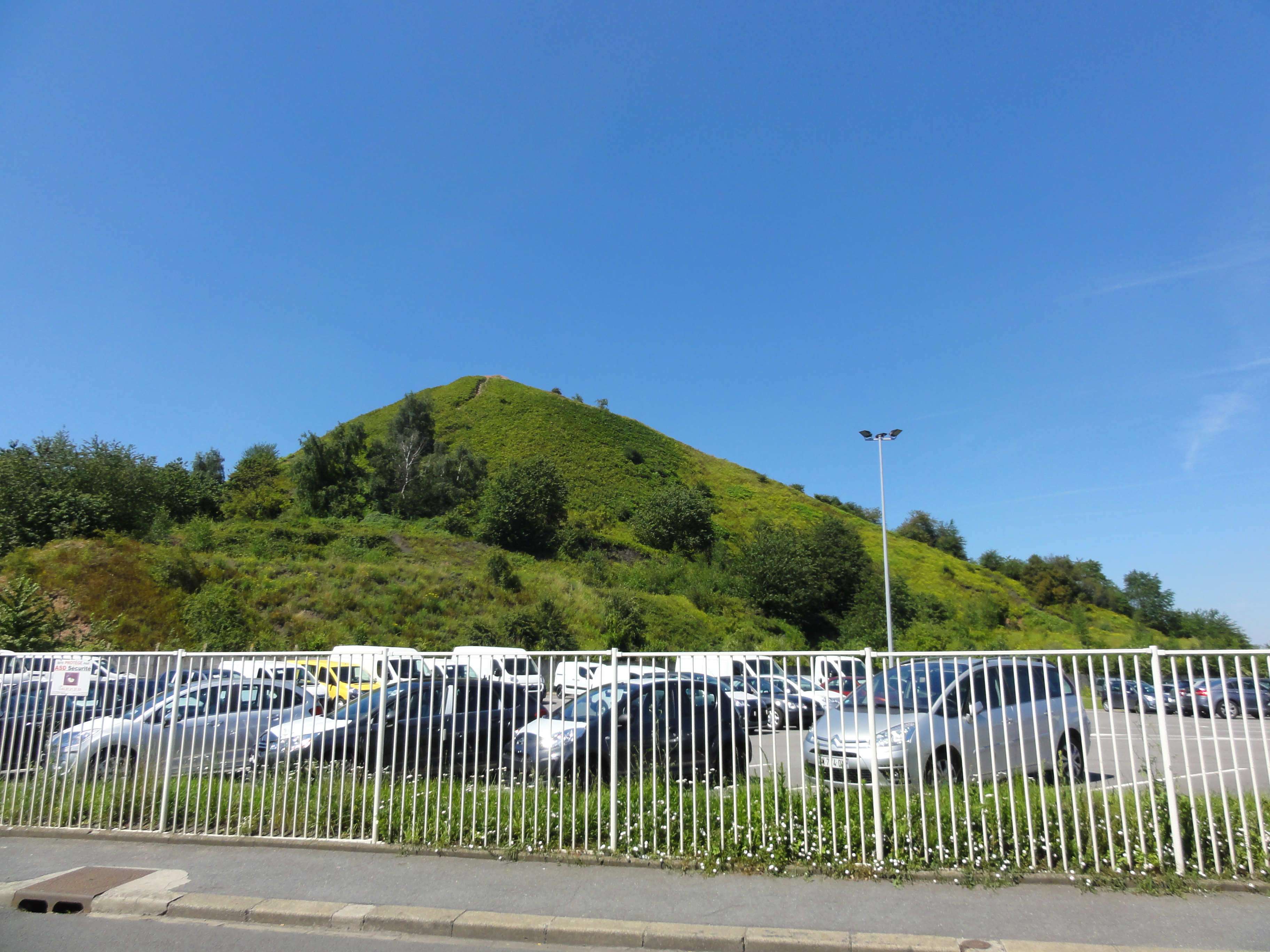
Le terril no 162, Renard.
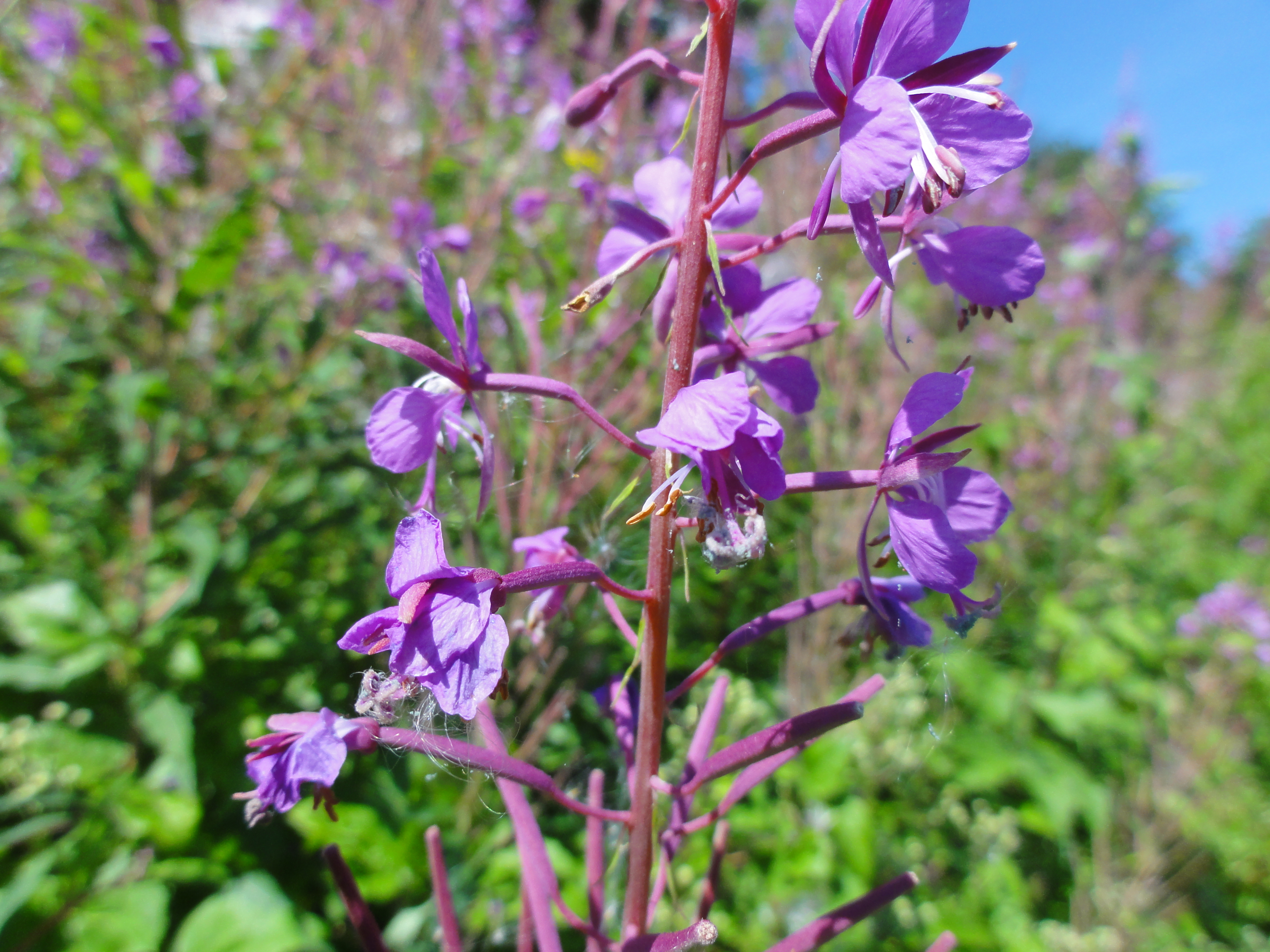
Le terril no 162, Renard.
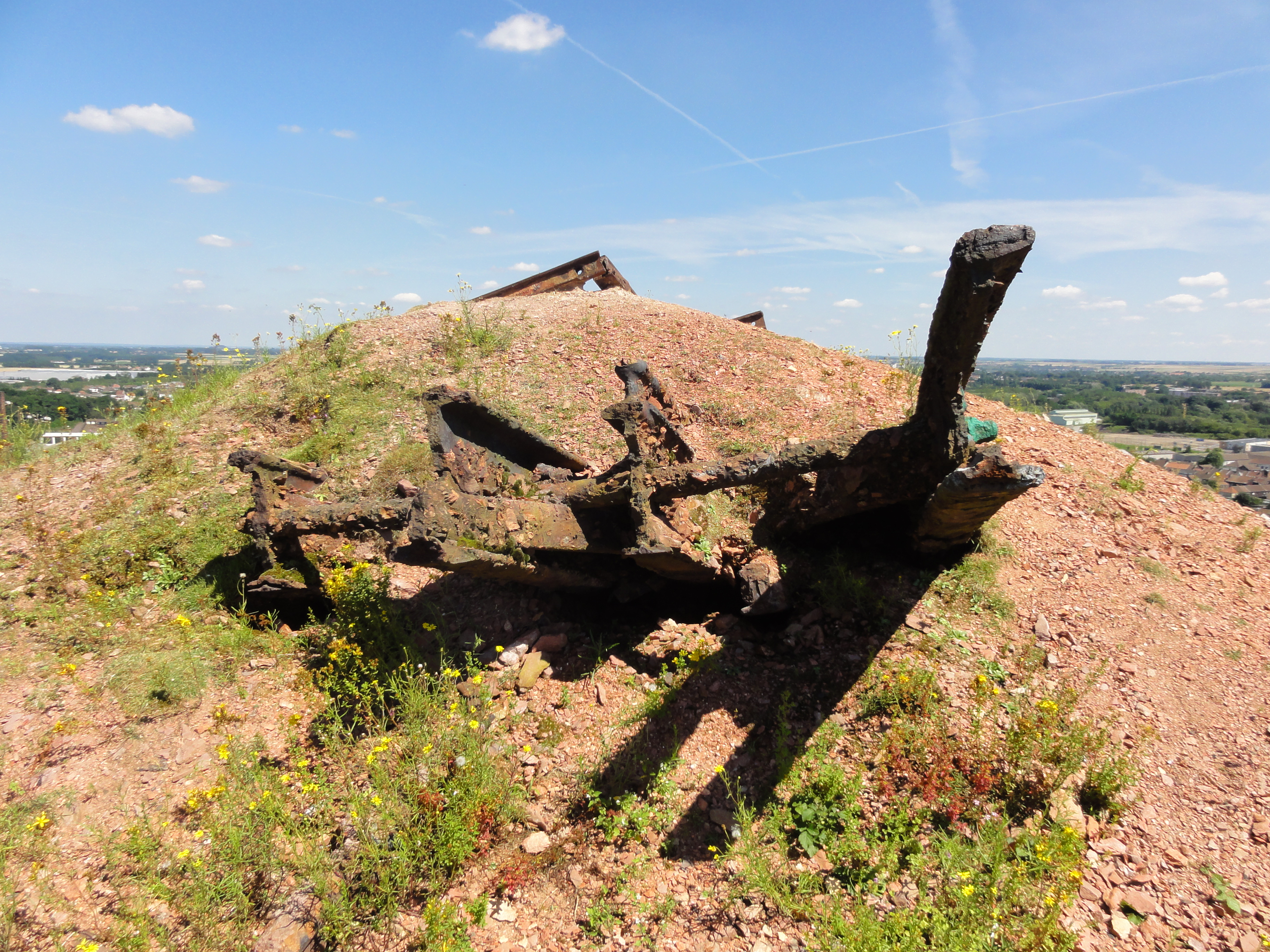
Le terril no 162, Renard.
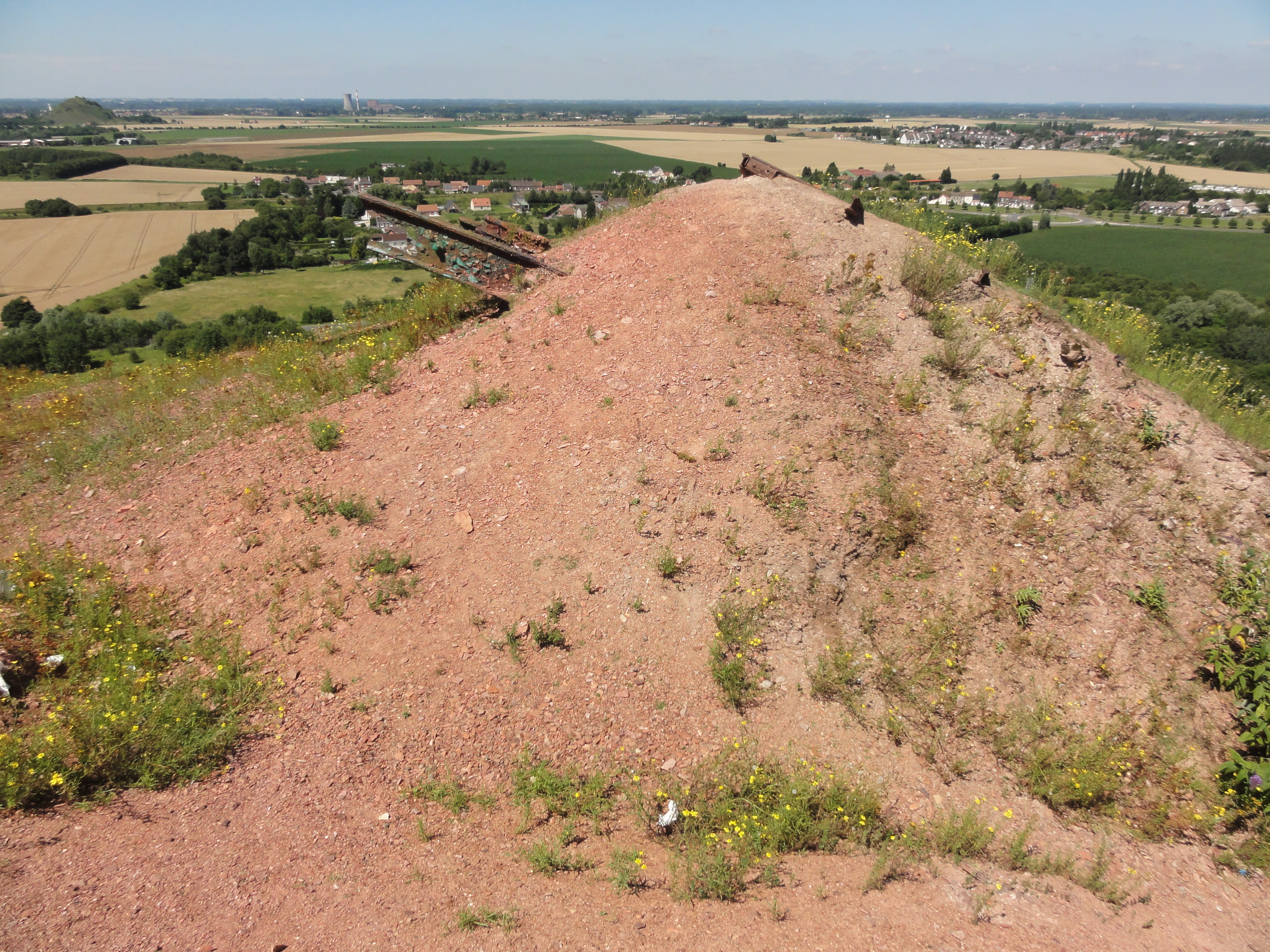
Le terril no 162, Renard.
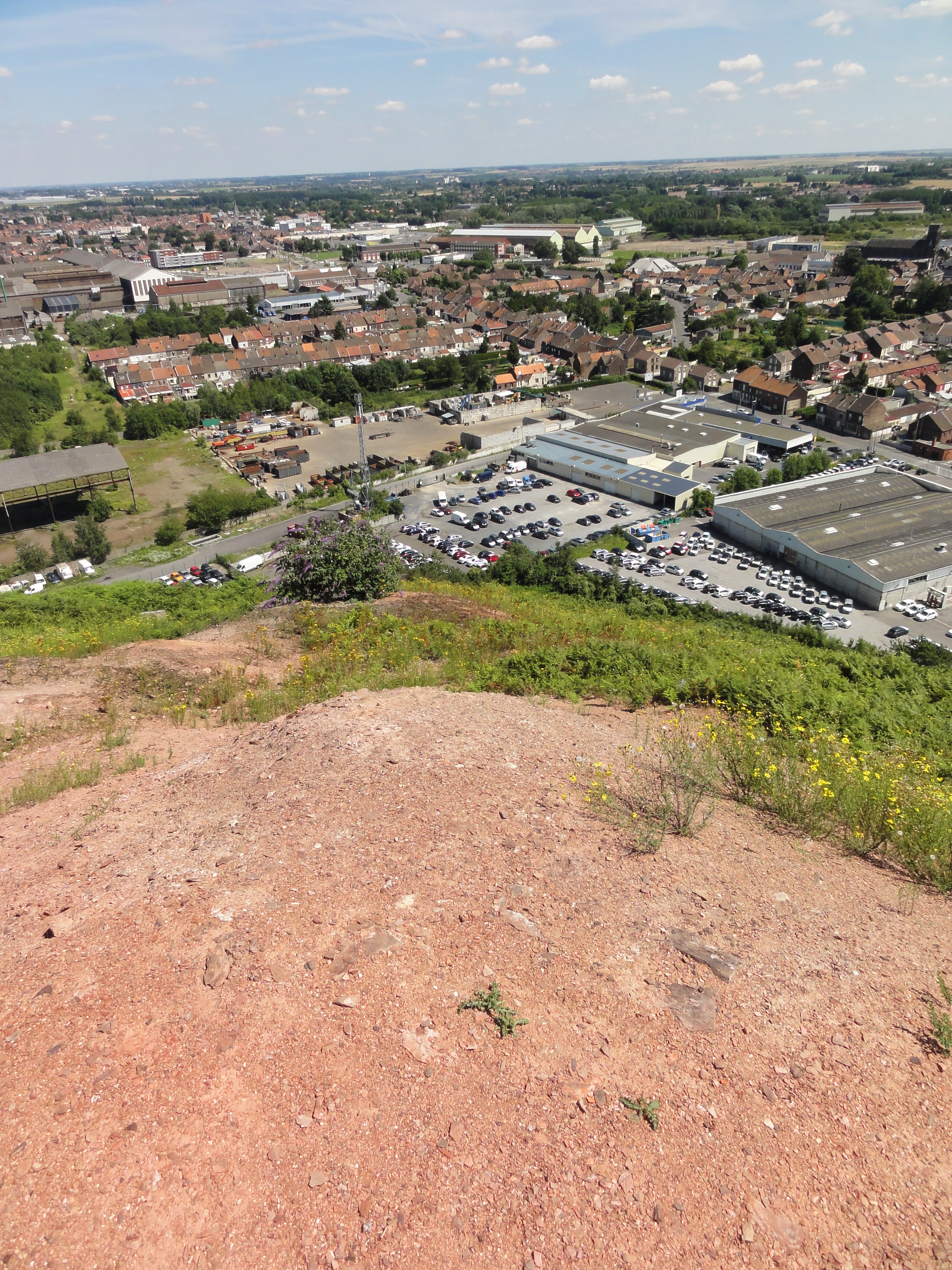
Le terril no 162, Renard.

### Siteno19
Le site no 19 est composé d'éléments liés à la fosse Audiffret-Pasquier des mines d'Anzin à Escaudain : le terril conique no 153, Audiffret Sud, la cité pavillonnaire Alsace, la cité de corons Audiffret, les maisons d’ingénieurs Audiffret, le laboratoire et le centre médical de la Société de Secours minière, le groupe scolaire de la cité Audiffret, et la cité pavillonnaire Couture.

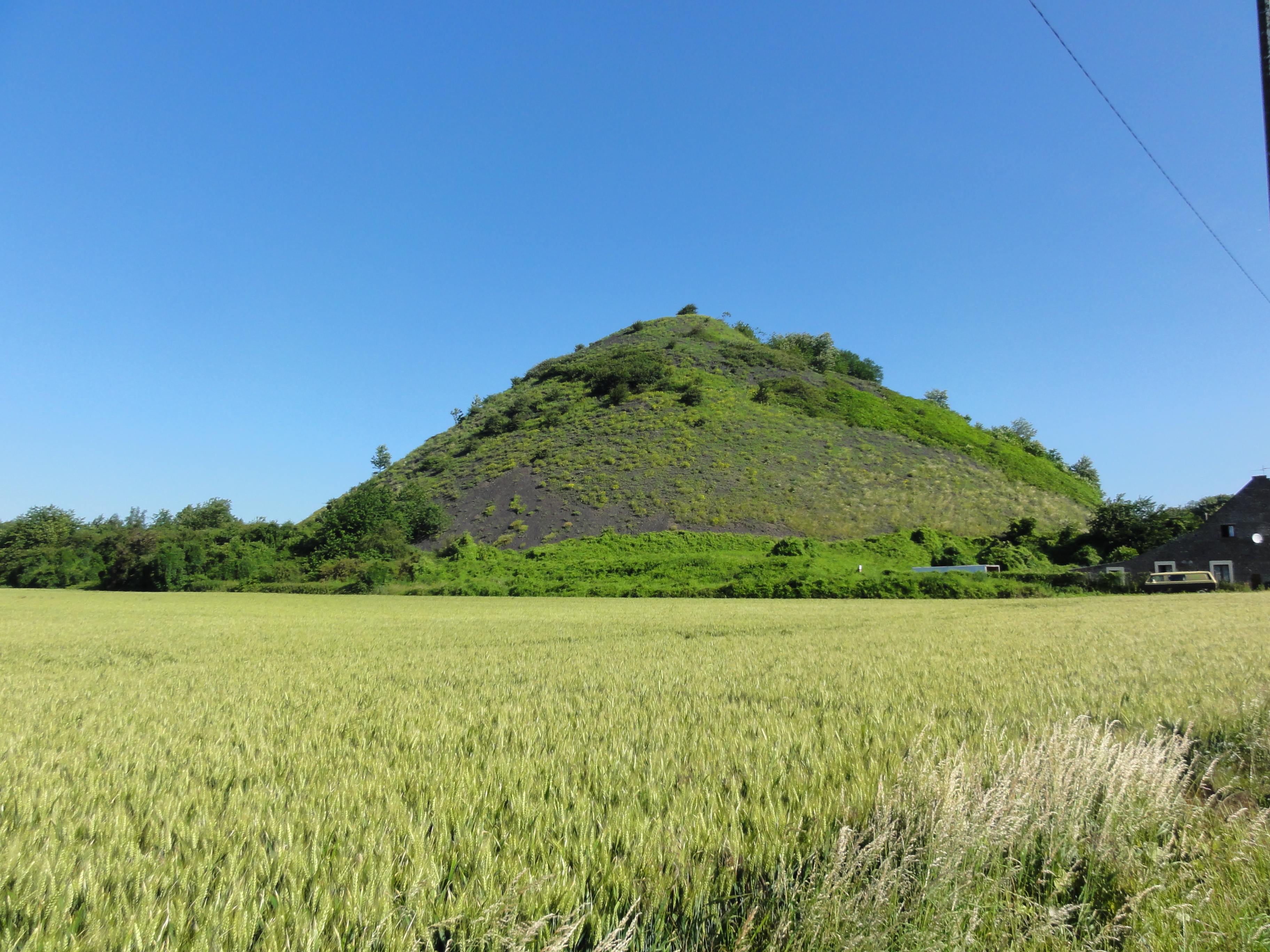
Le terril no 153, Audiffret Sud.
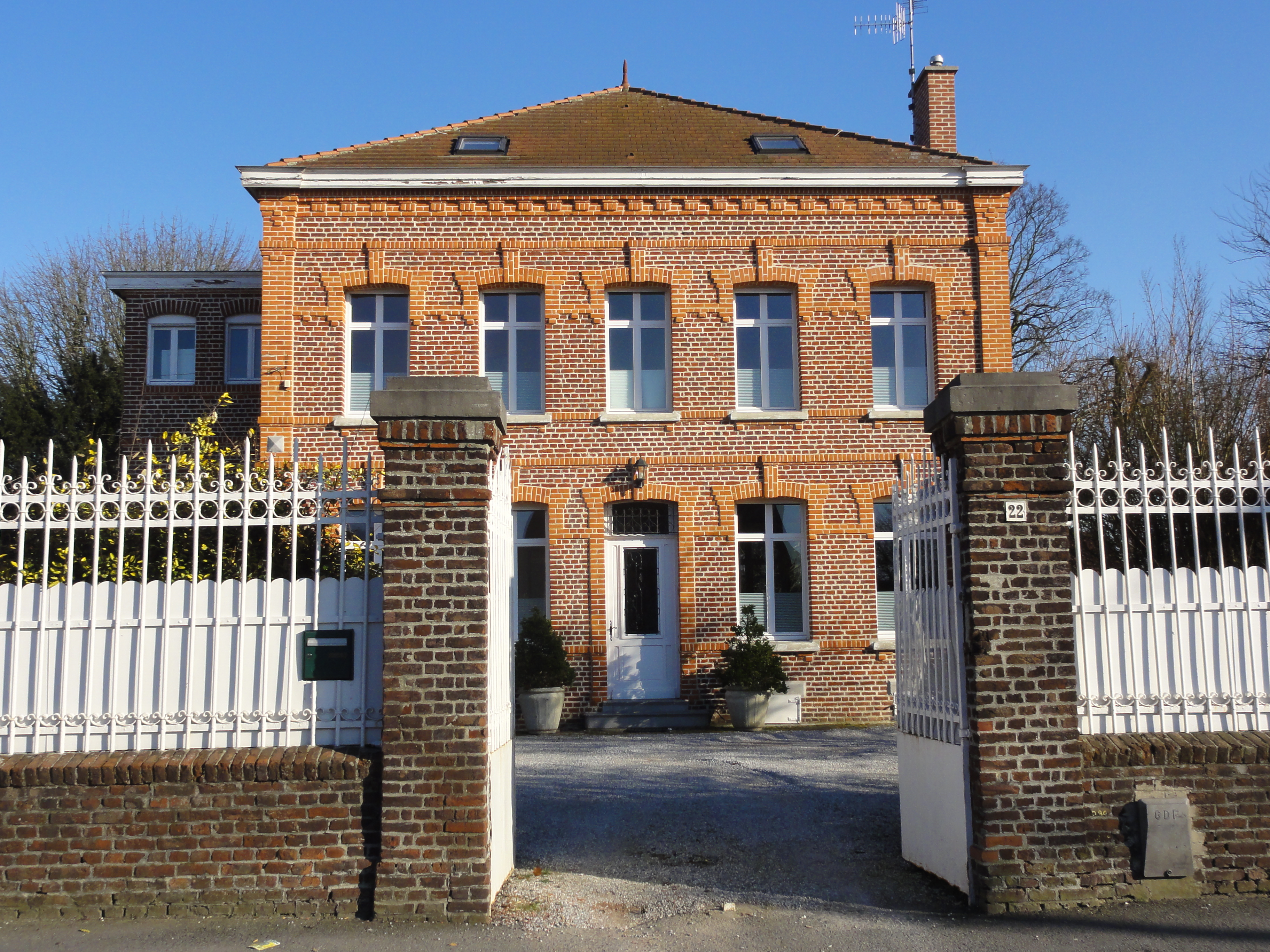
Une maison d'ingénieurs.
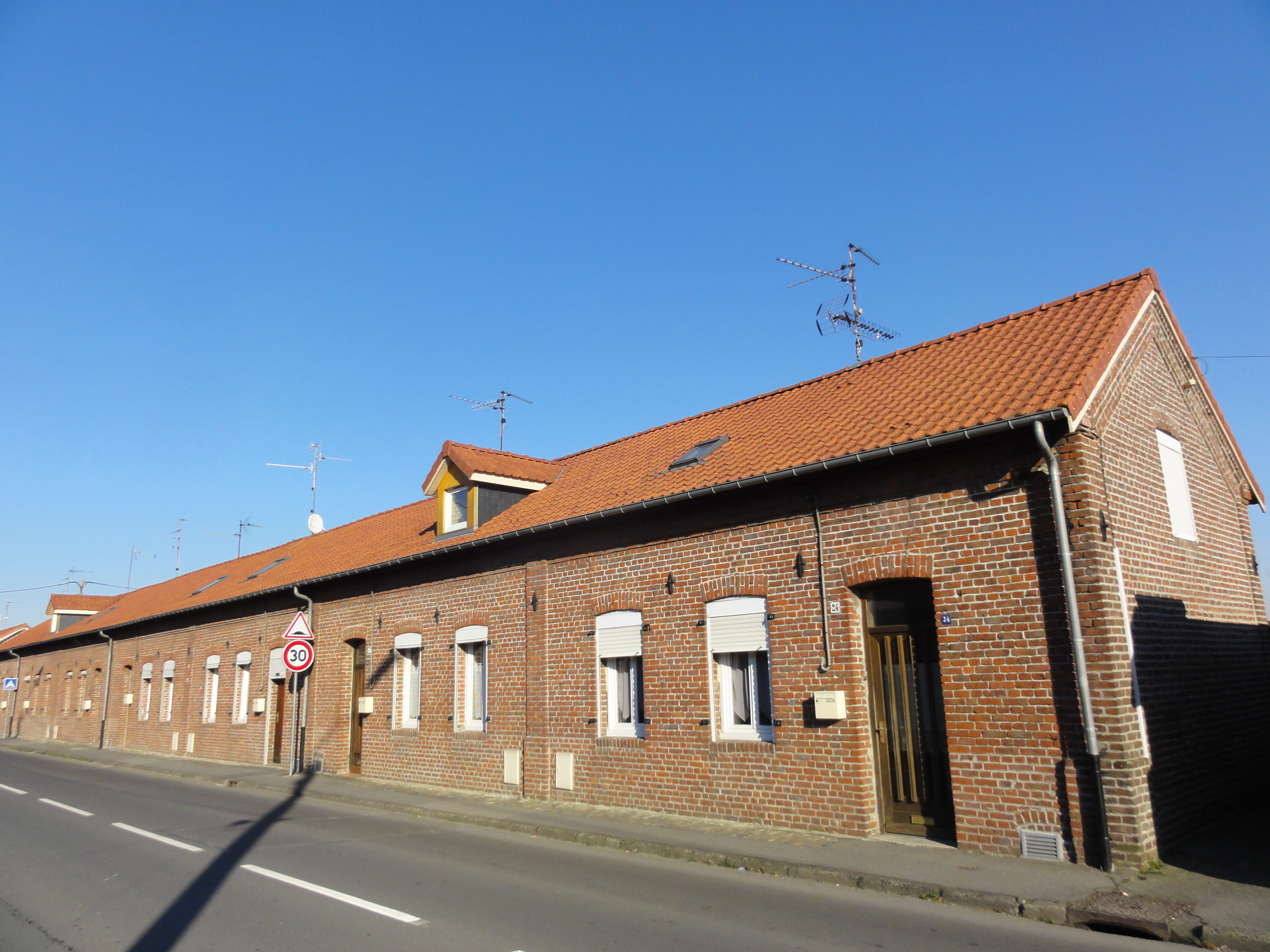
Un coron ancien.
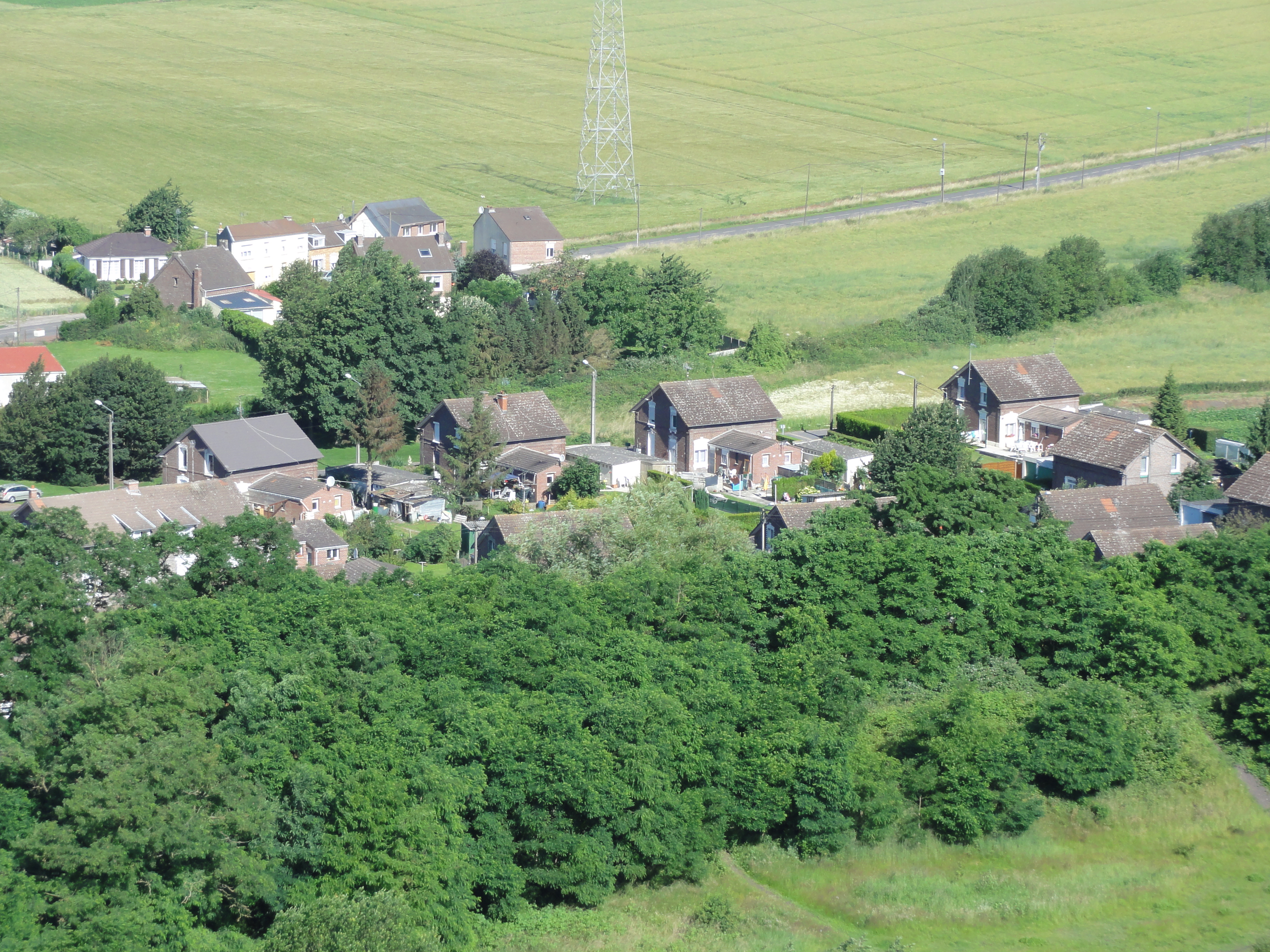
Une des cités.
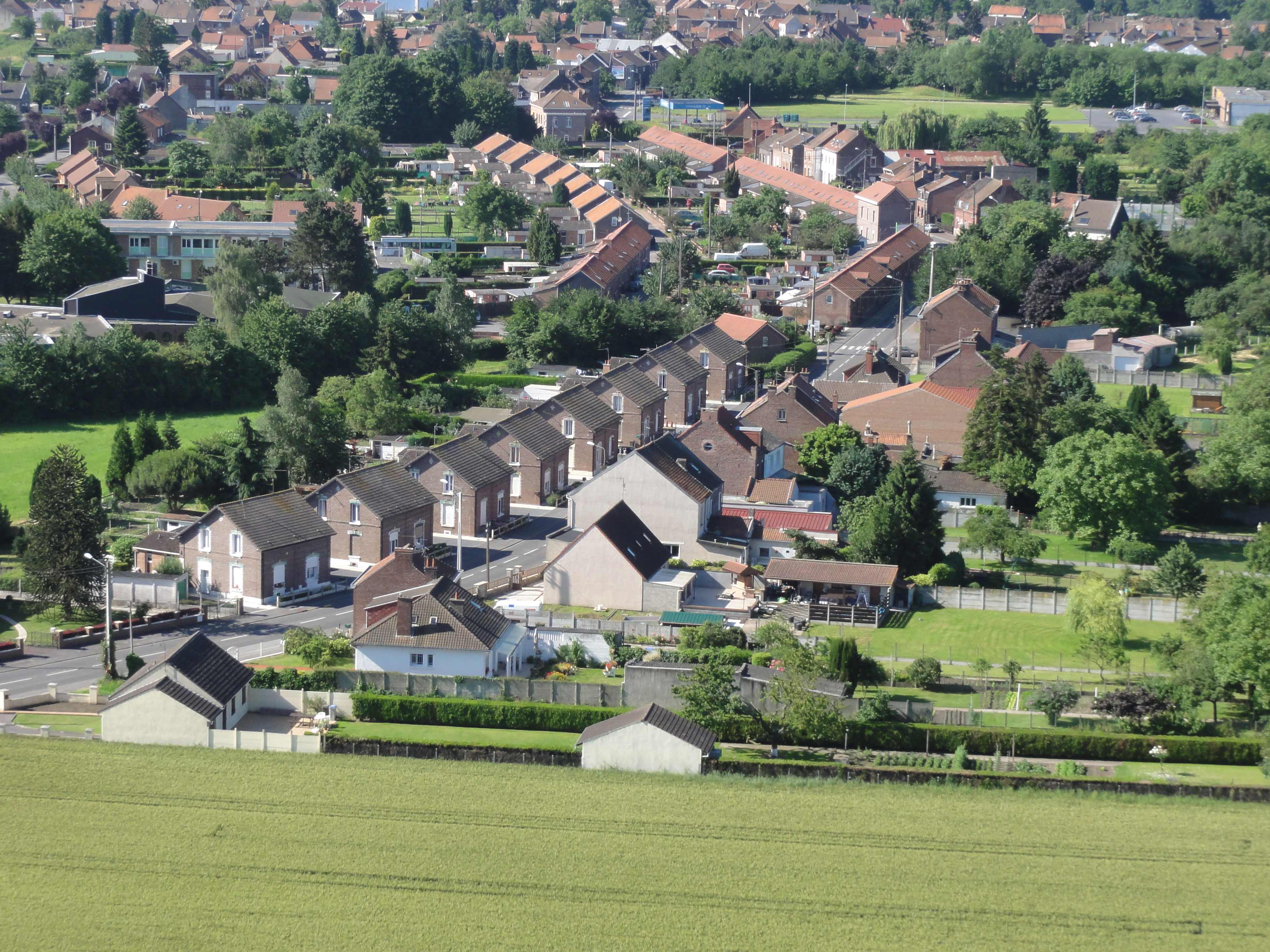
Une des cités.
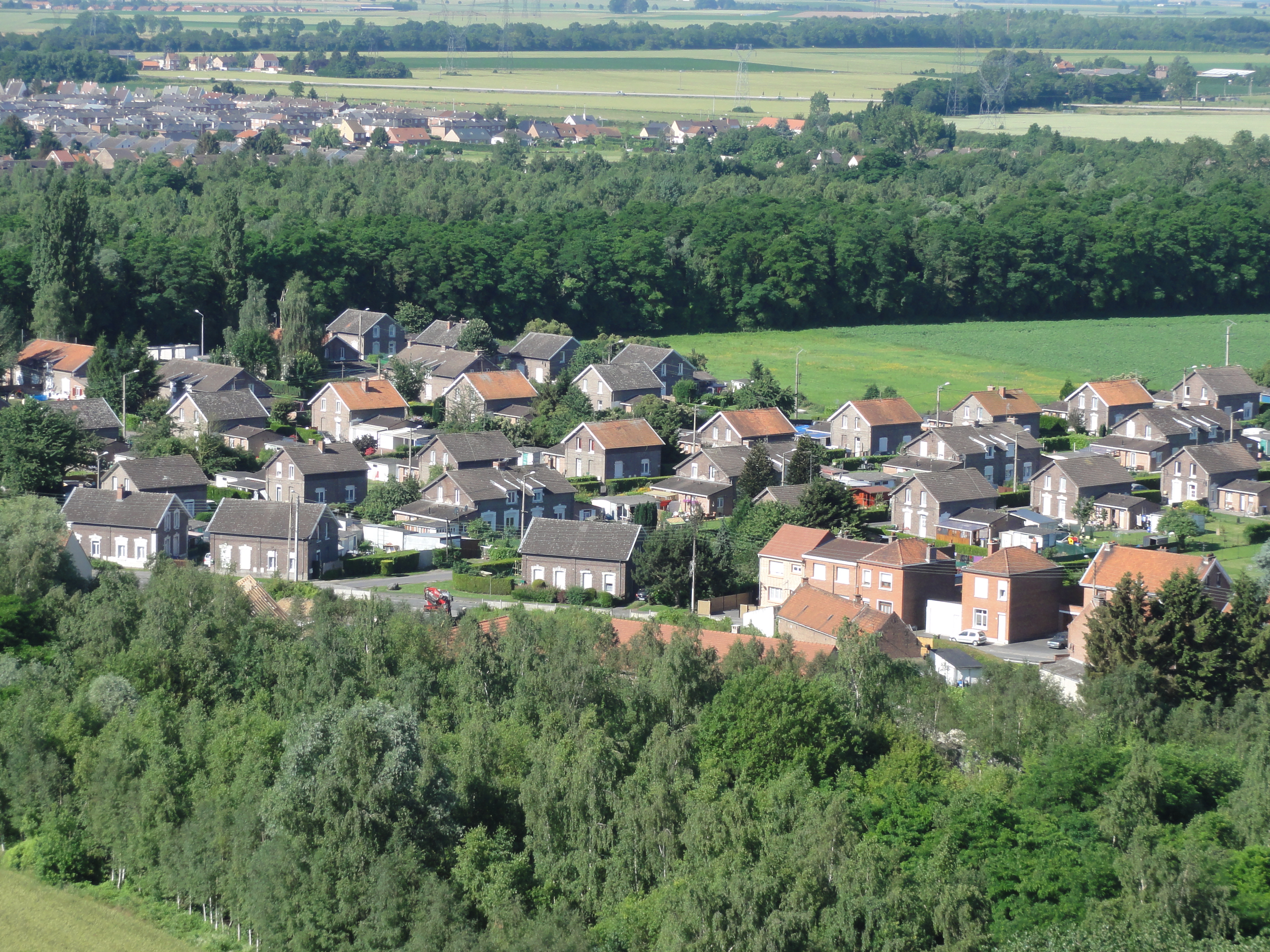
Une des cités.

### Siteno20
Google Maps
Le site no 20 est formé par le monument commémoratif à Charles Mathieu à Lourches, près de la fosse Saint-Mathieu des mines de Douchy.

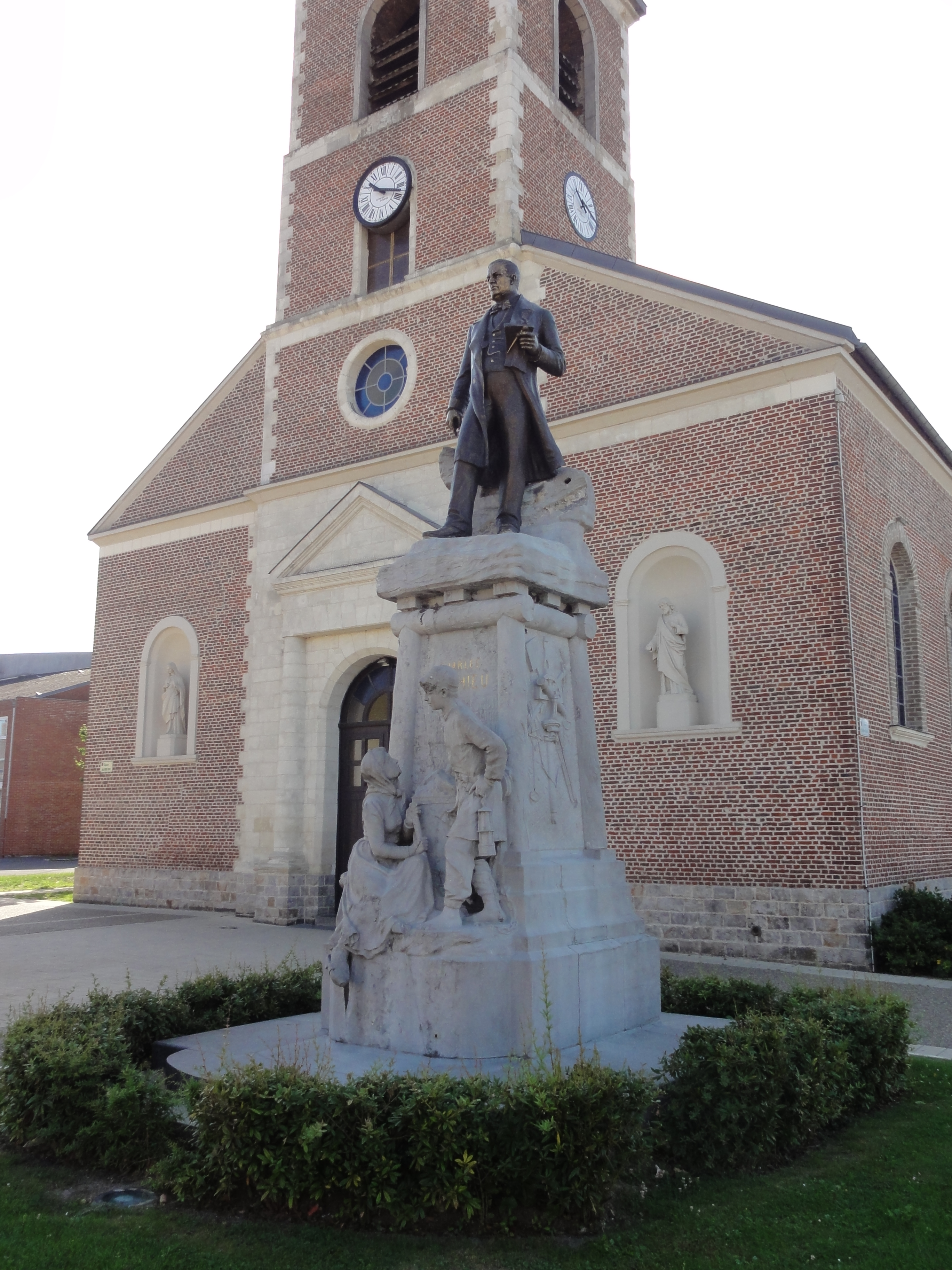
Le monument à Charles Mathieu.
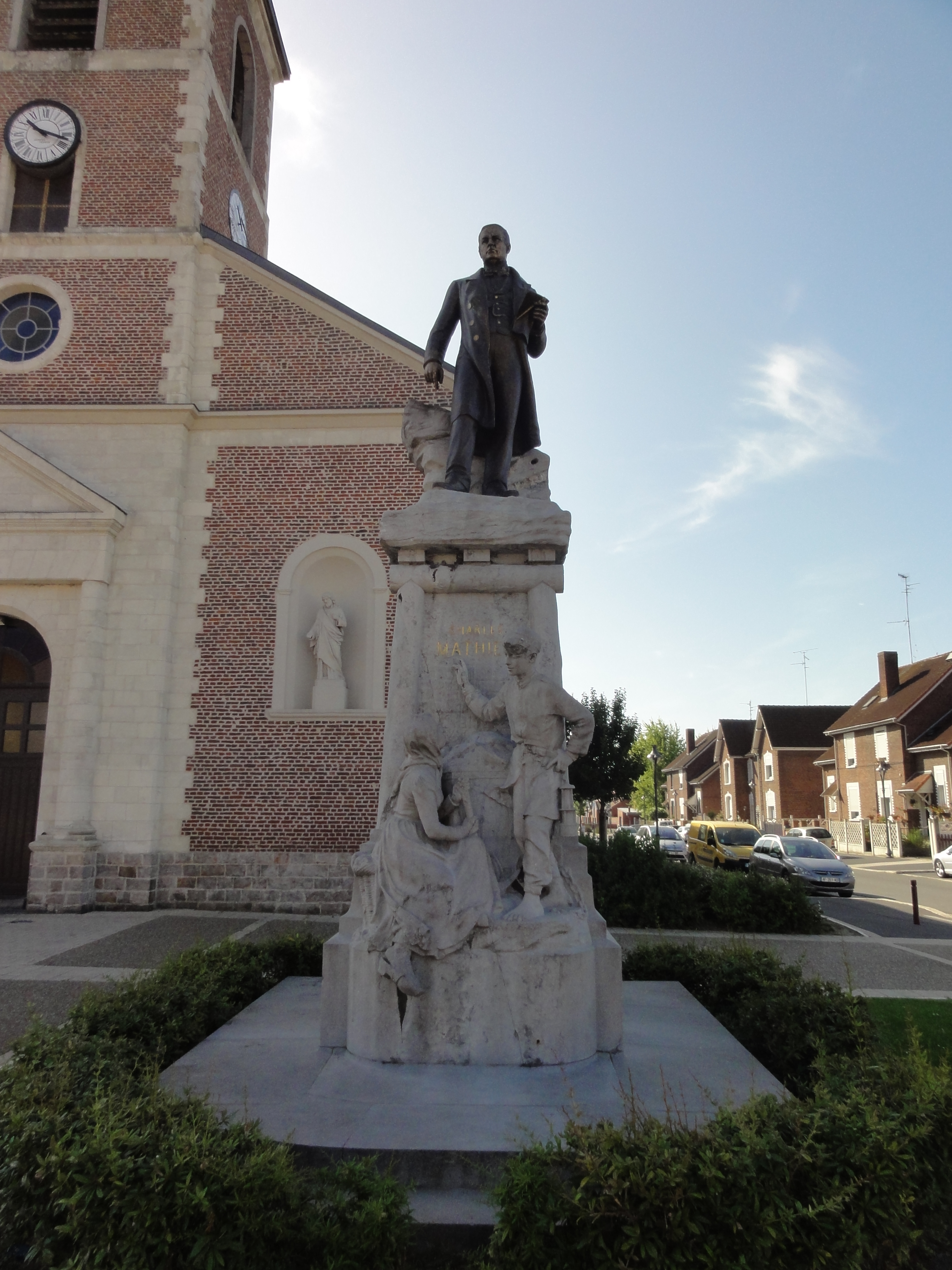
Le monument à Charles Mathieu.
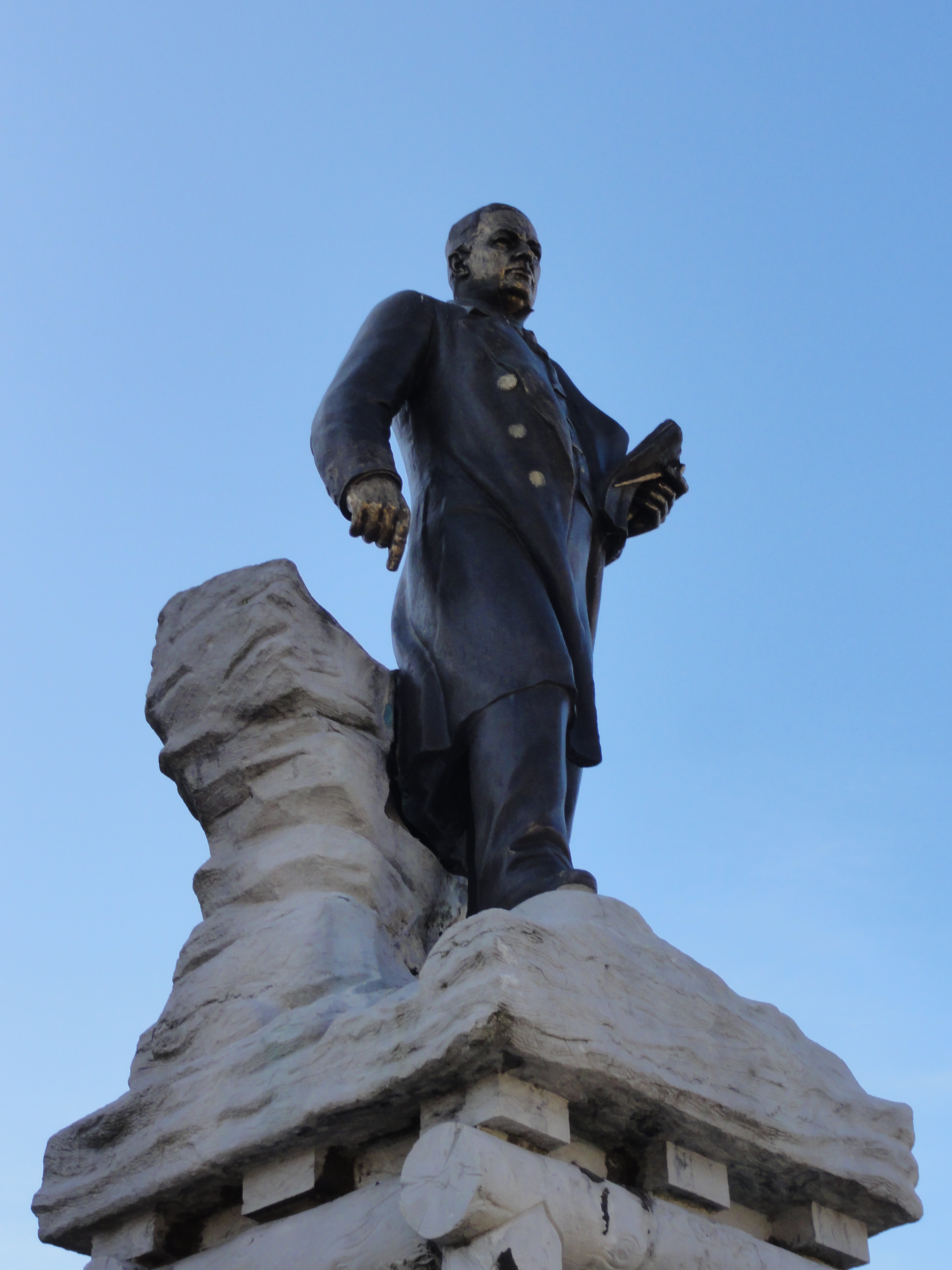
Le monument à Charles Mathieu.
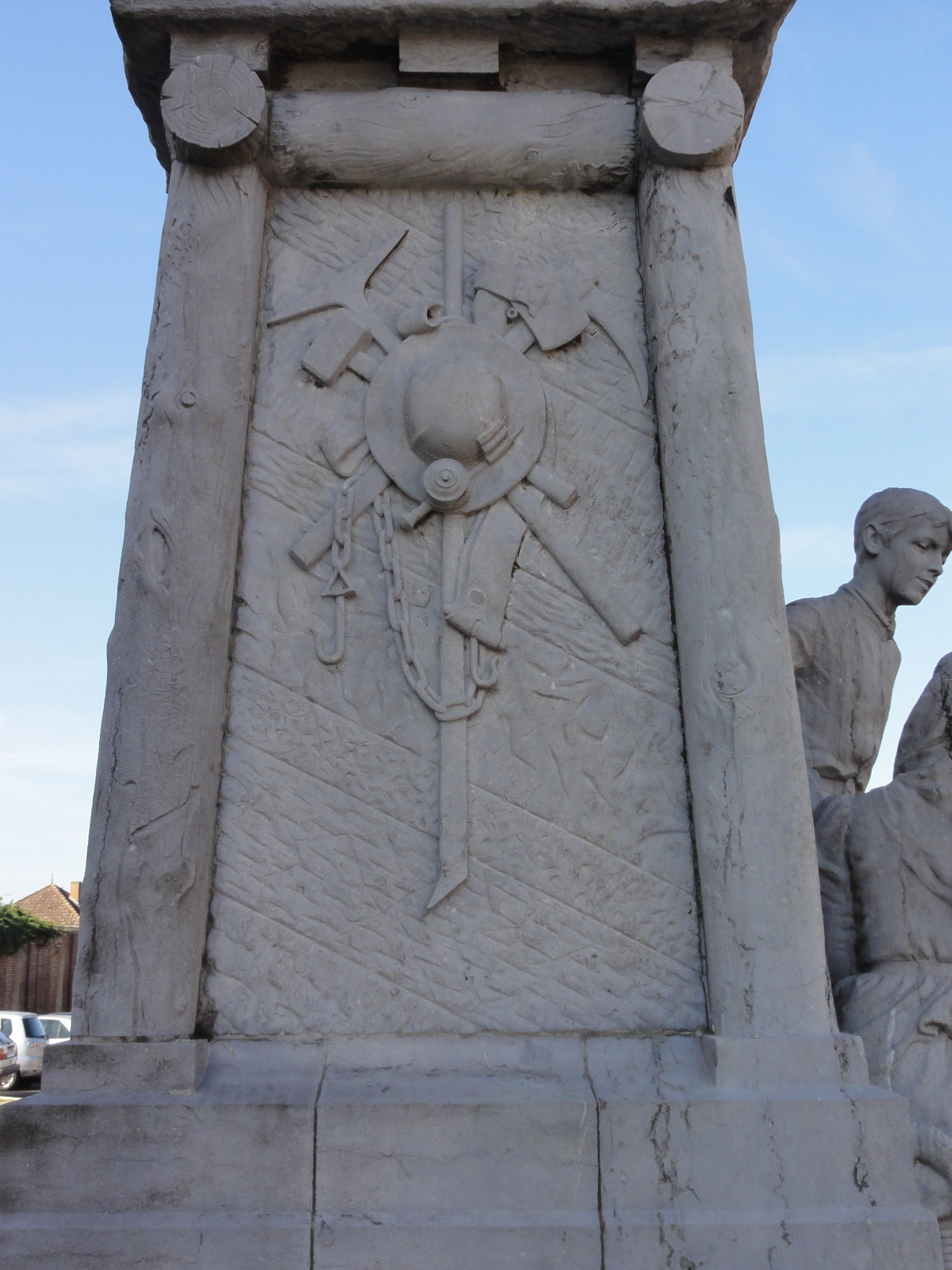
Le monument à Charles Mathieu.
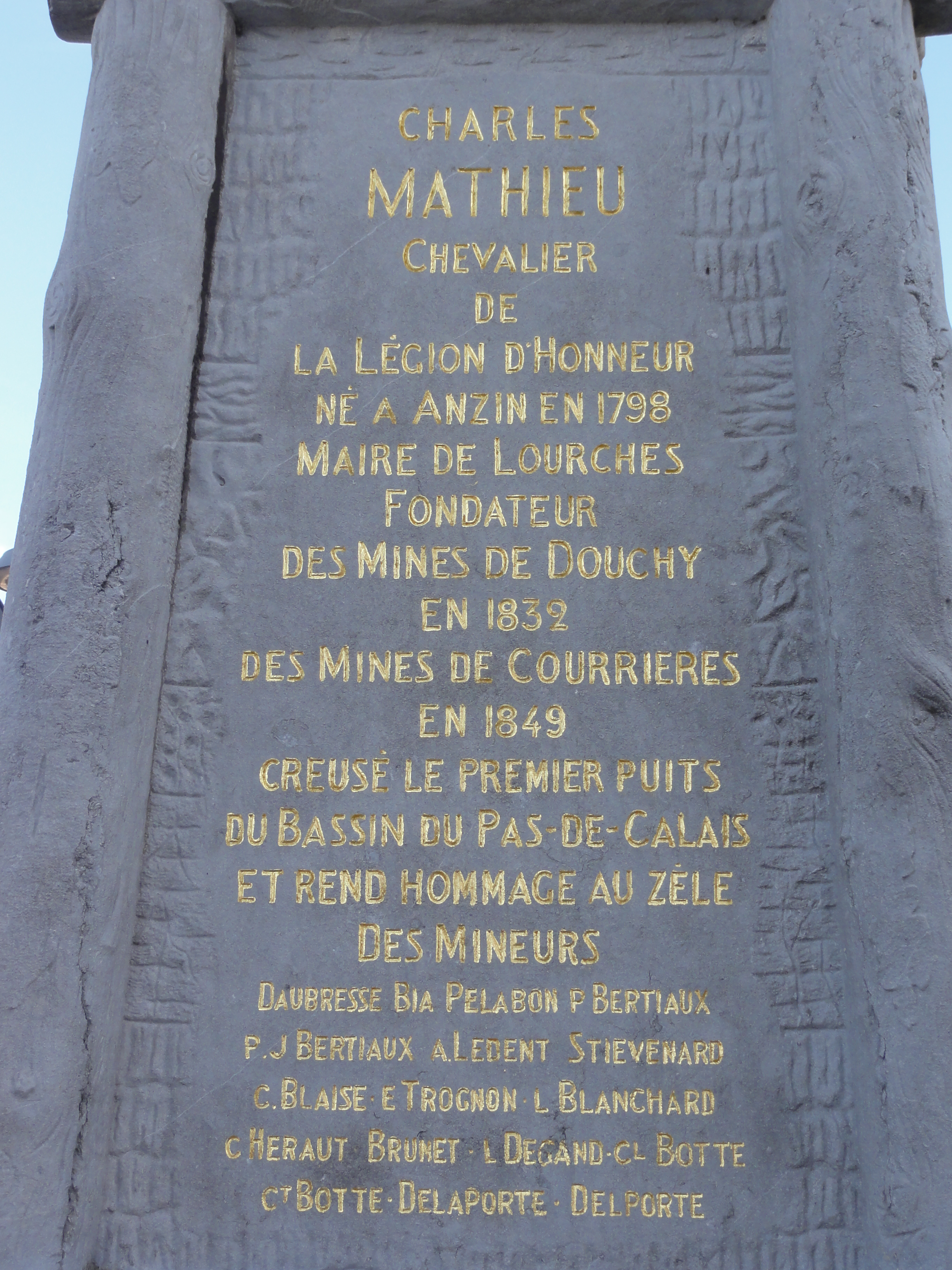
Le monument à Charles Mathieu.
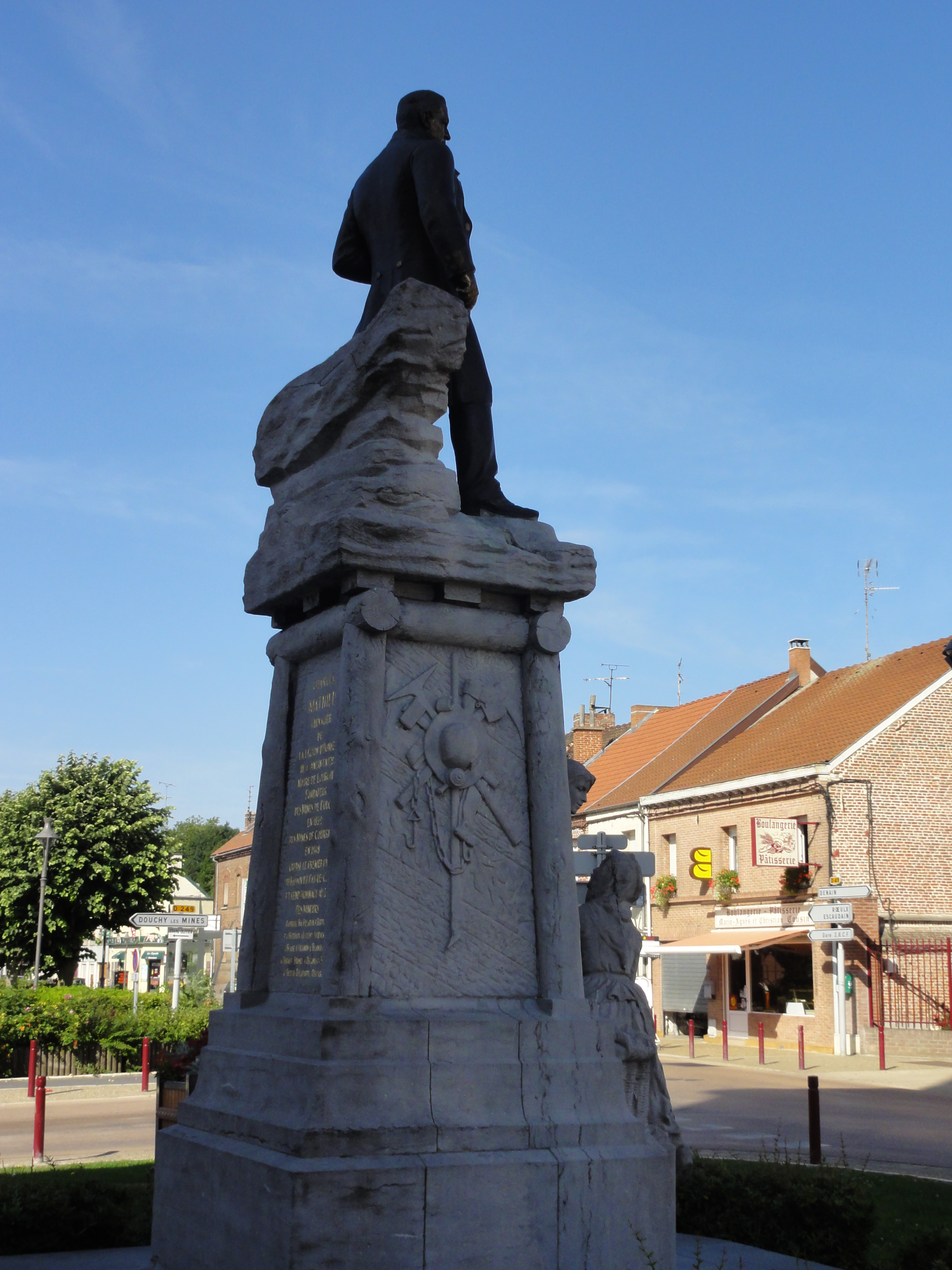
Le monument à Charles Mathieu.

### Siteno21
Google Maps
Le site no 21 est formé par le terril no 125A, Sainte Marie Ouest, issu de l'exploitation de la fosse Sainte-Marie des mines d'Aniche à Auberchicourt.

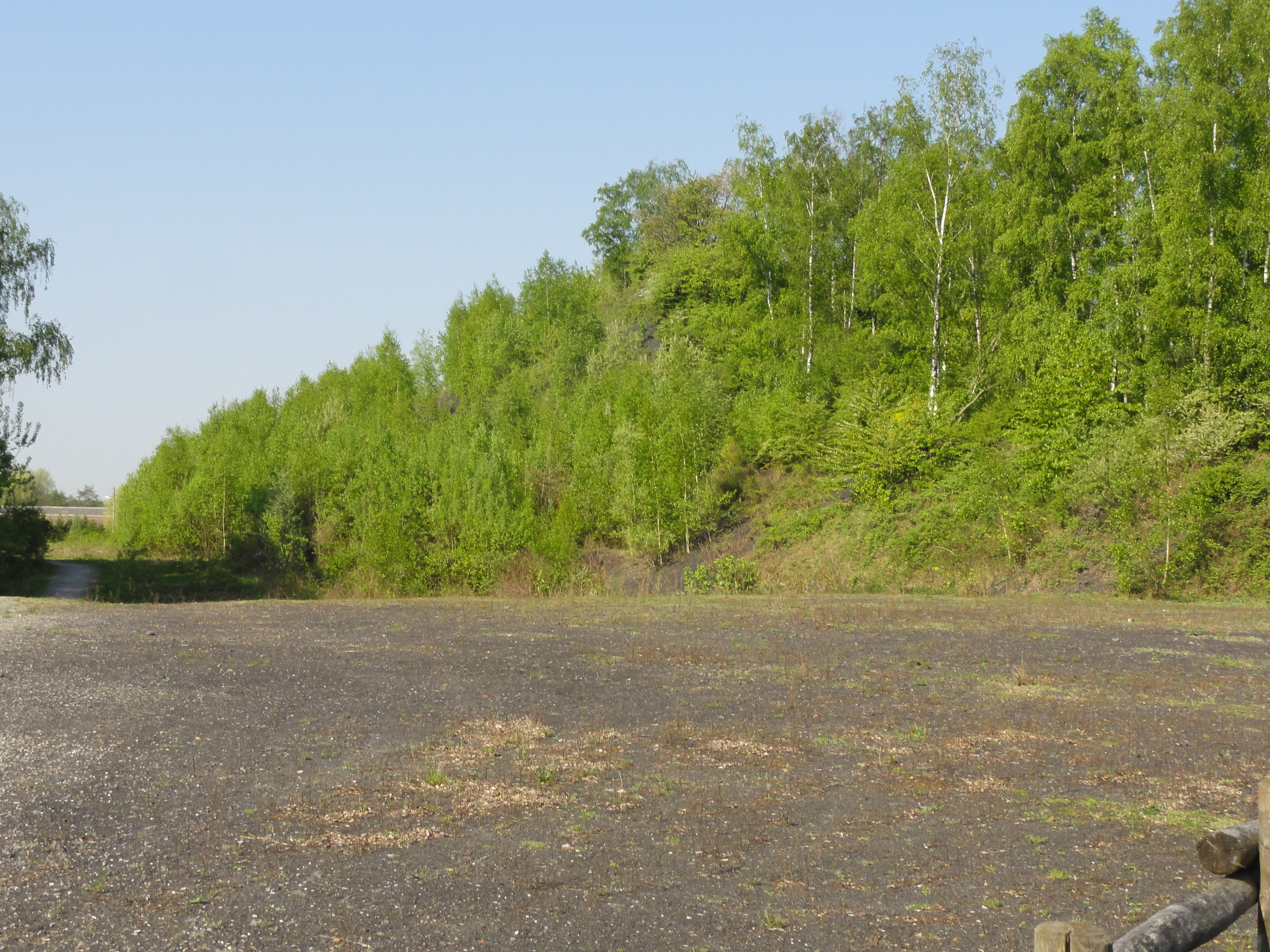
Le terril no 125A.
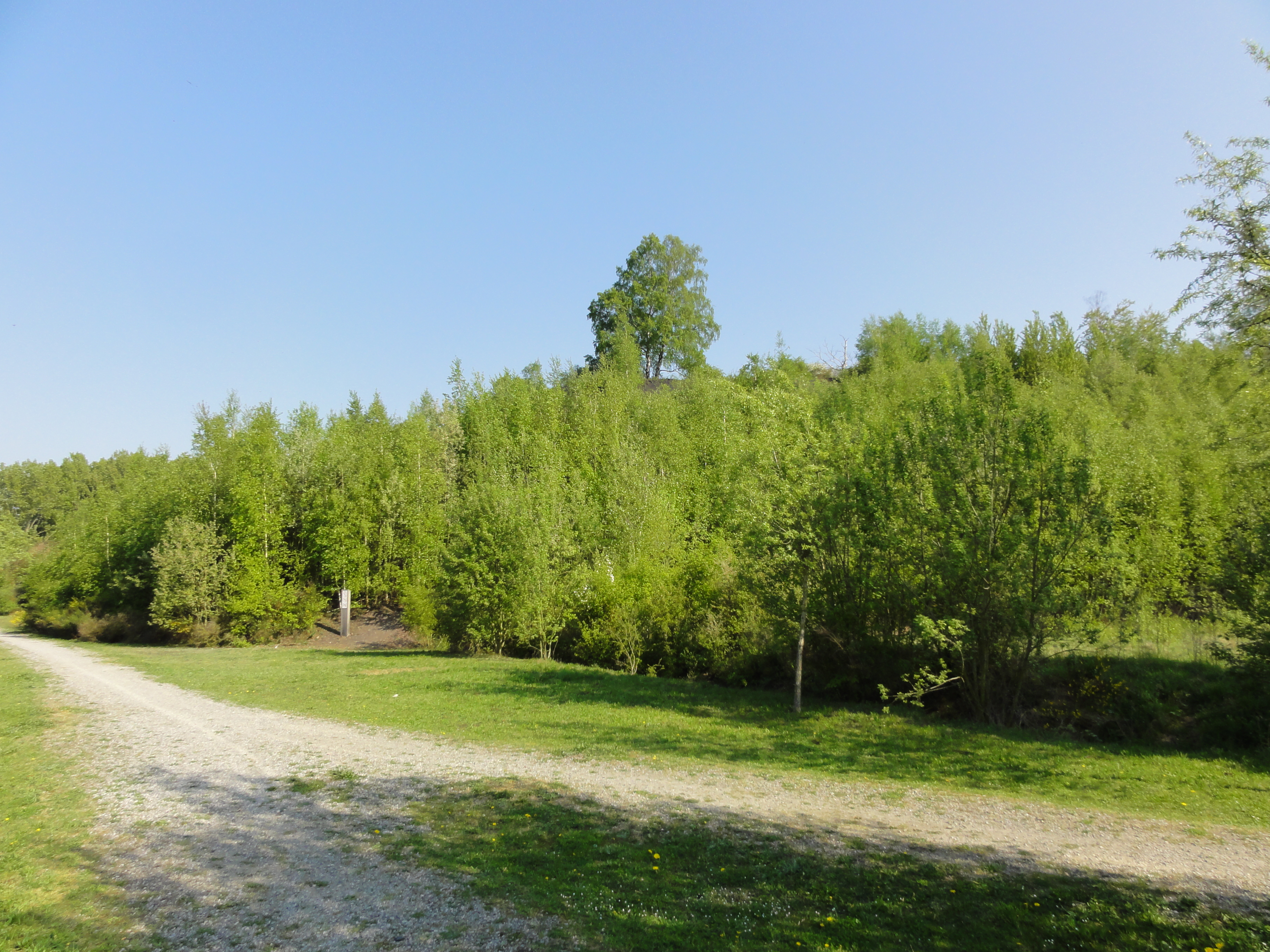
Le terril no 125A.
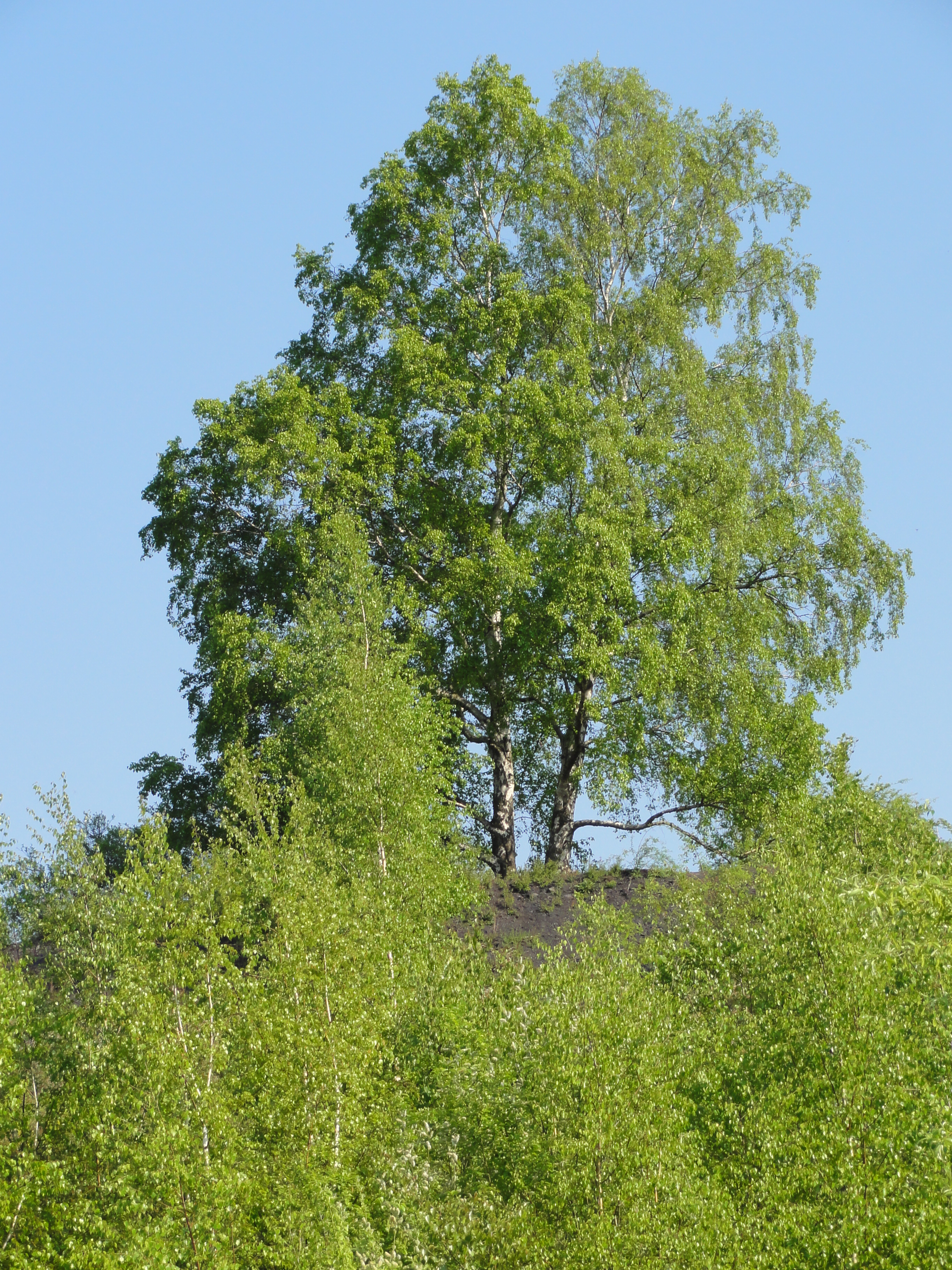
Le terril no 125A.
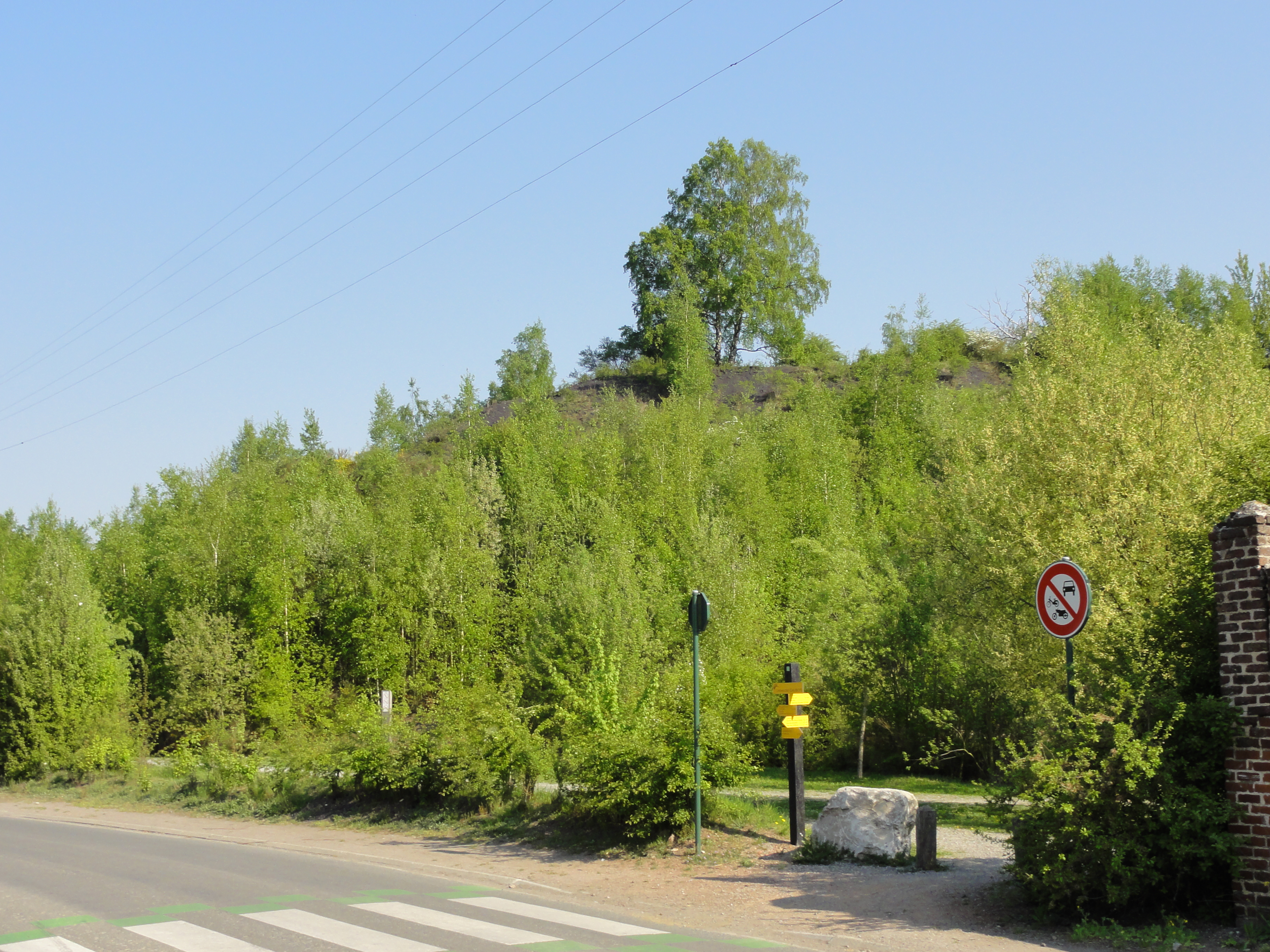
Le terril no 125A.
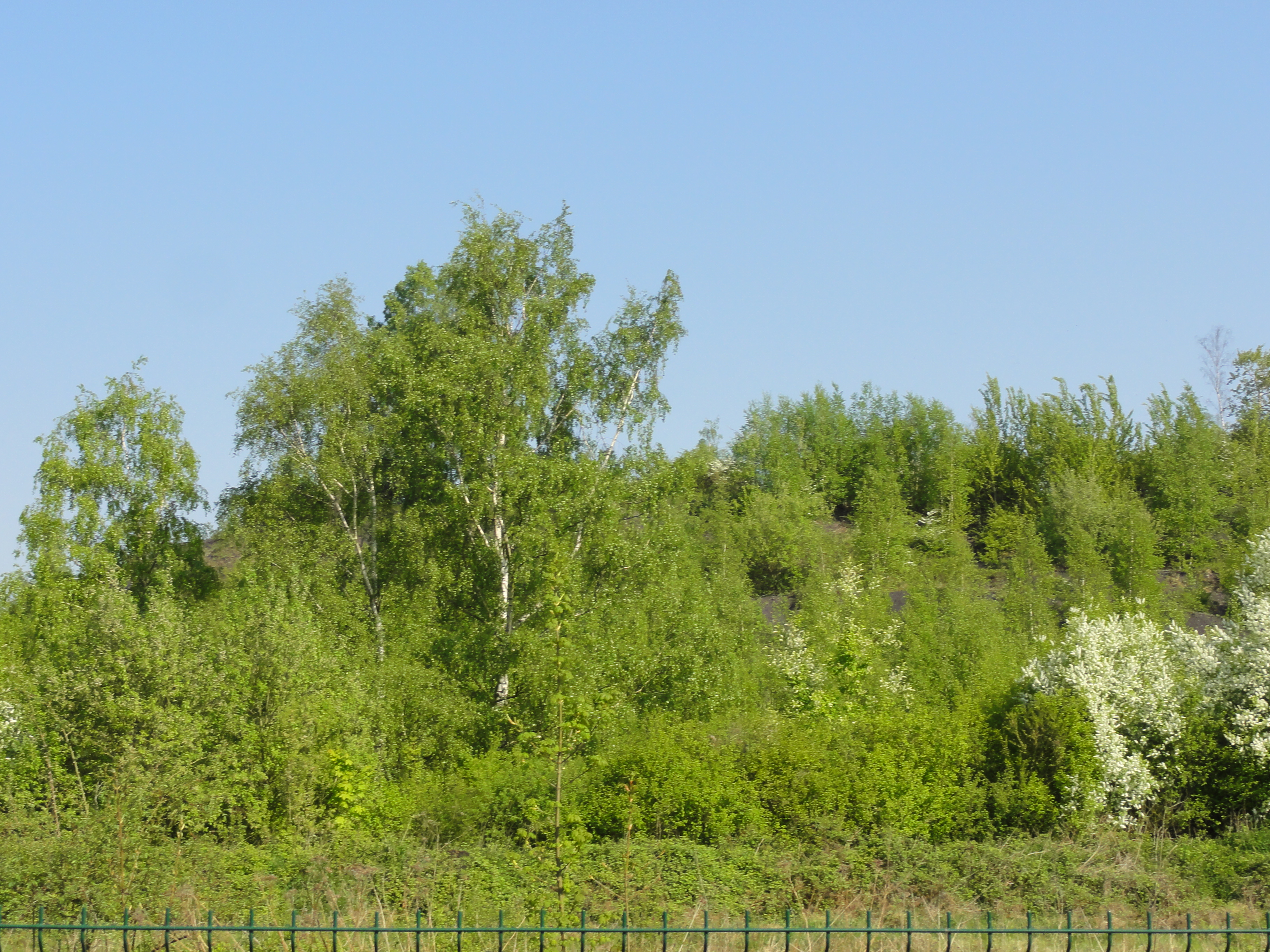
Le terril no 125A.

### Siteno22
Le site no 22 est composé de la cité-jardin du Garage, de la cité moderne du Champ Fleuri, ainsi que de son école et de son église. Ces éléments ont été bâtis pour la fosse Vuillemin des mines d'Aniche à Masny.

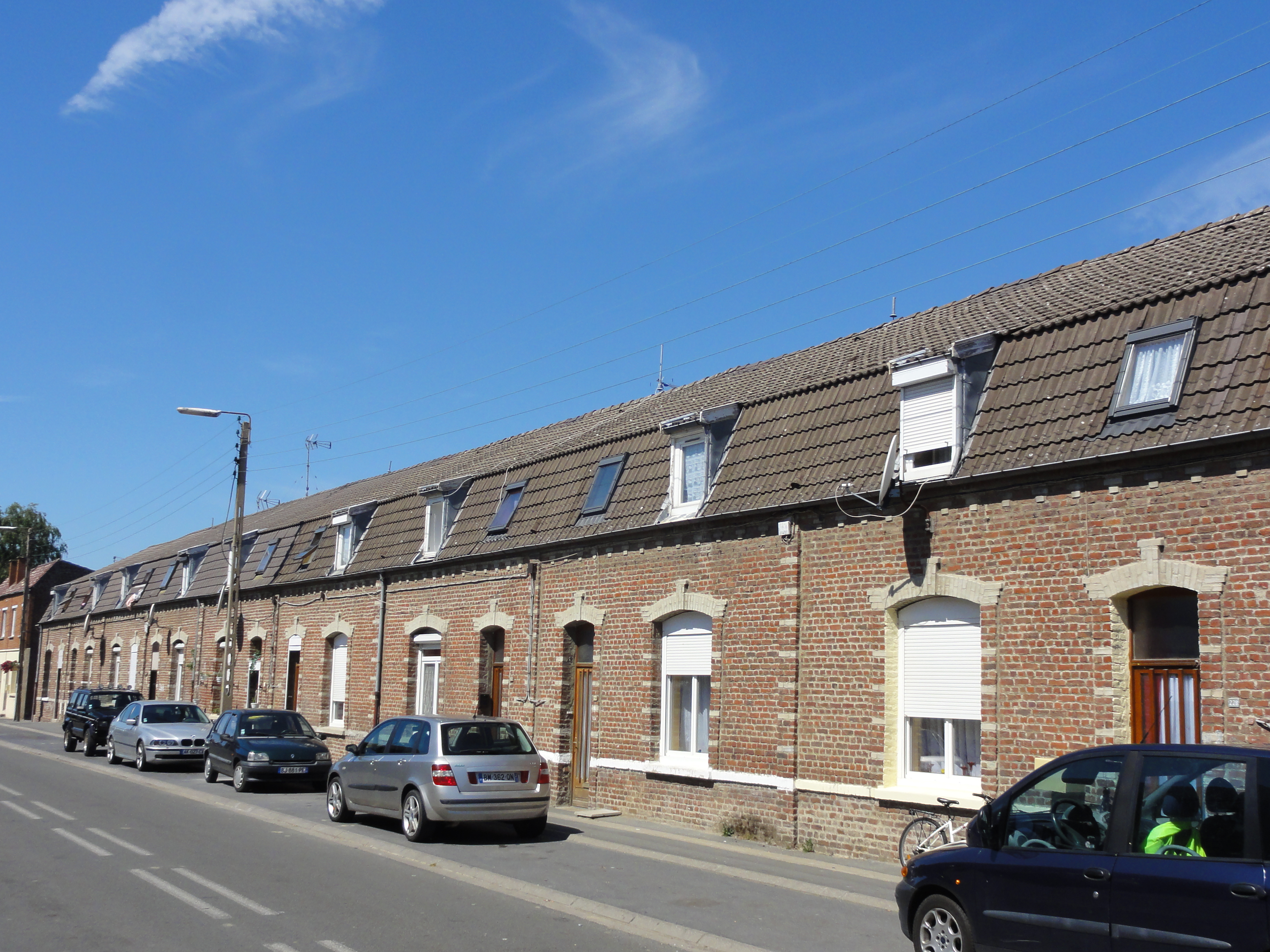
Un coron.
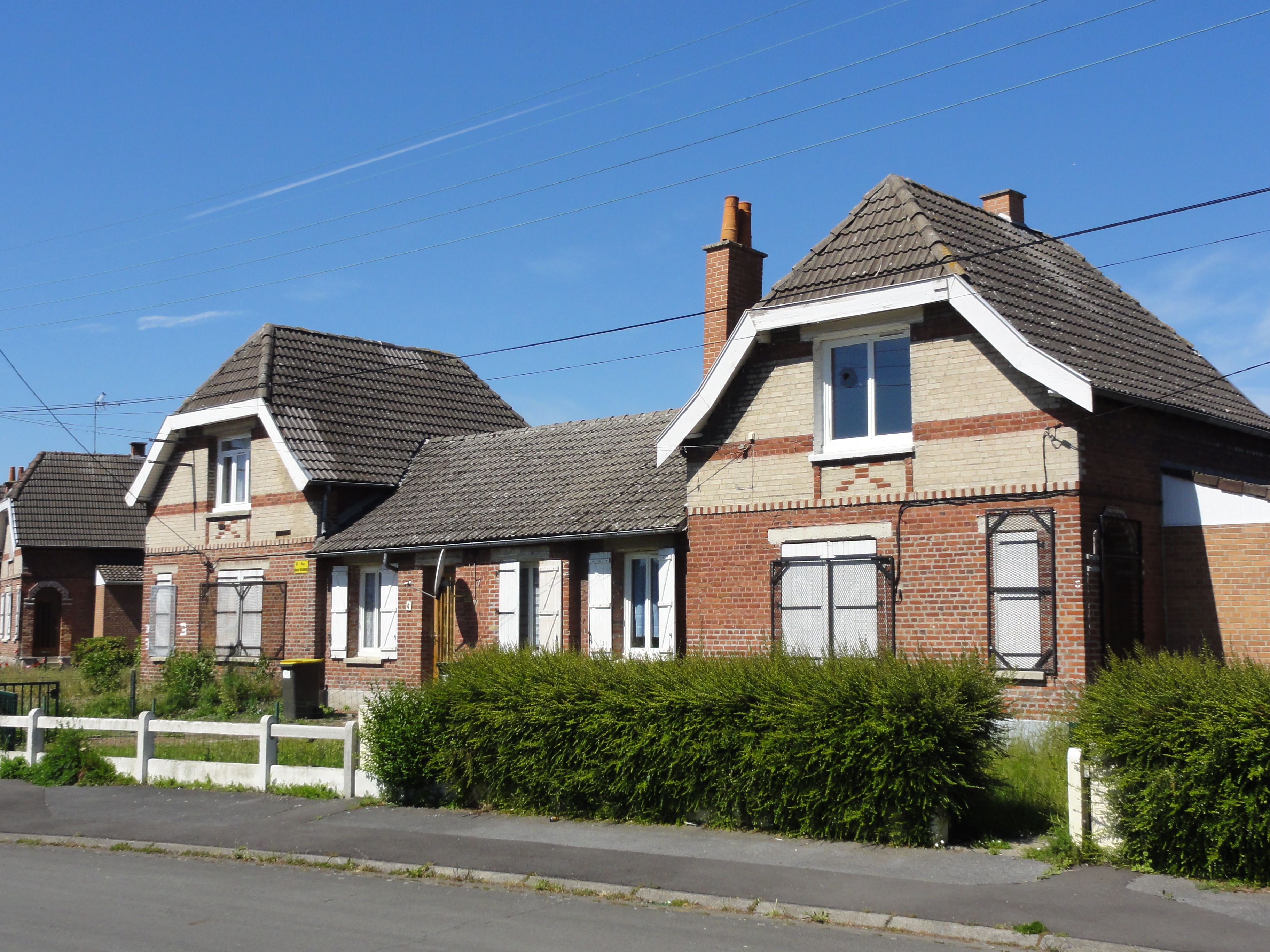
Des habitations groupées par trois.
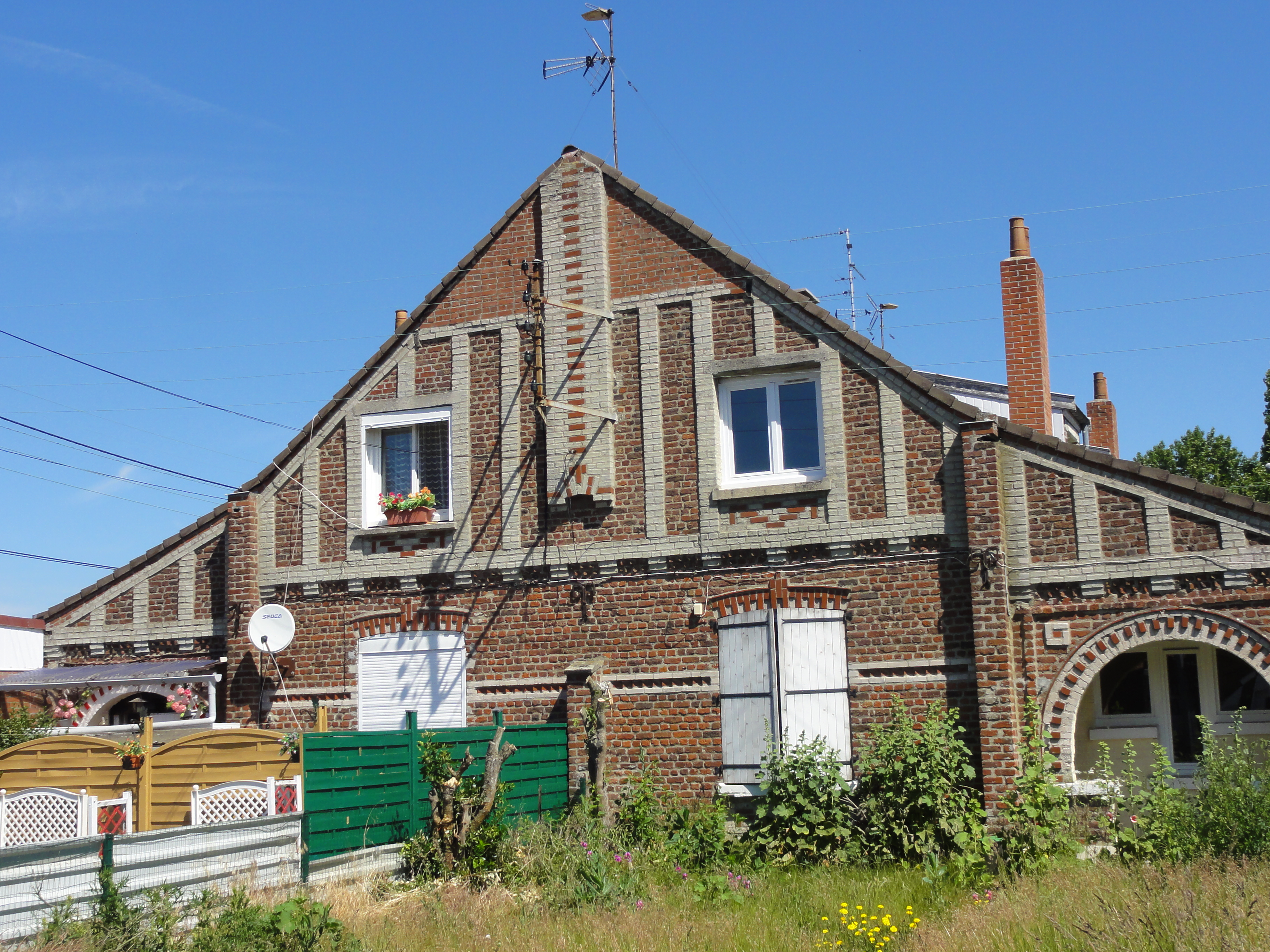
Des habitations groupées par quatre.
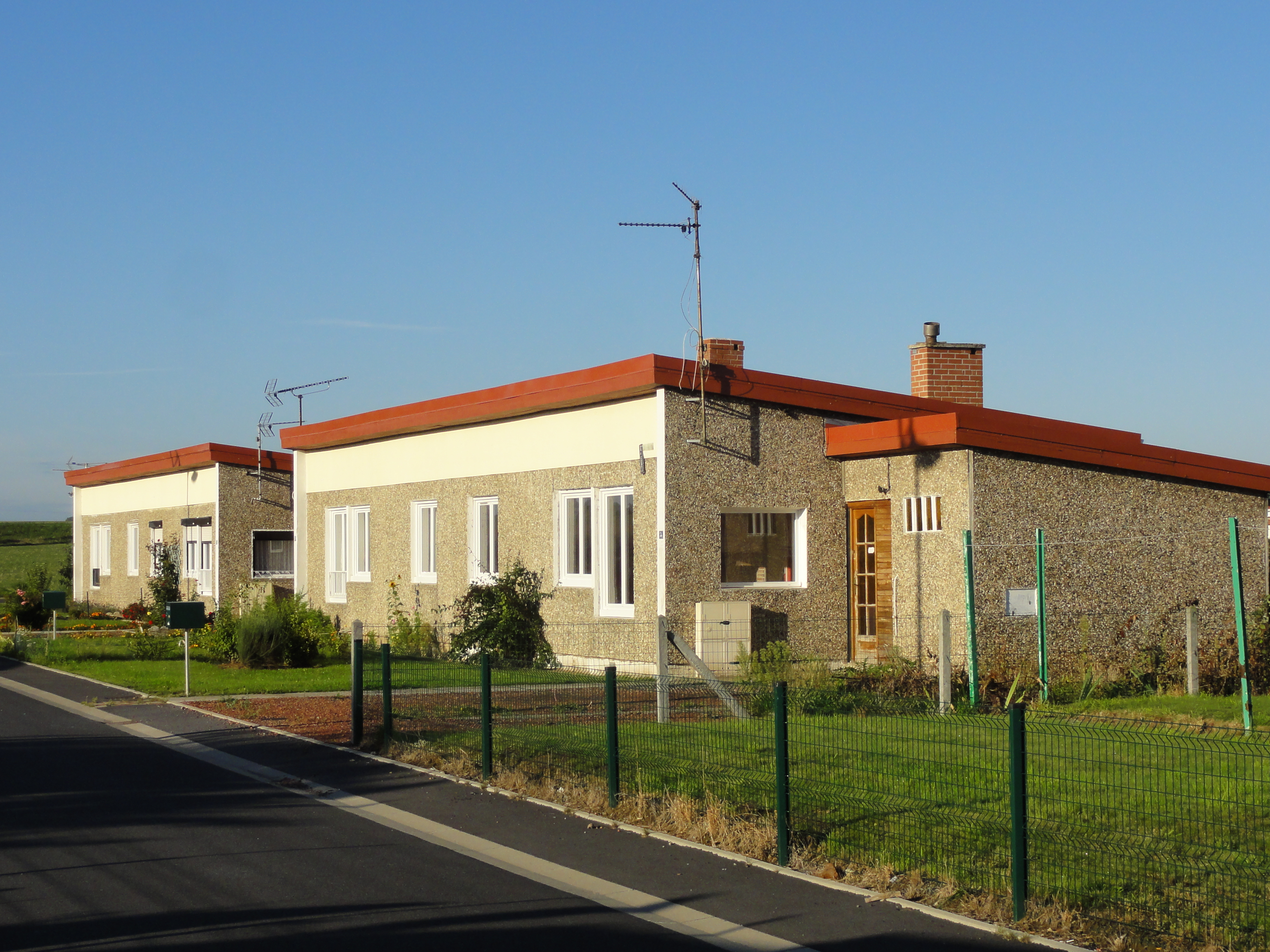
Des camus-bas.
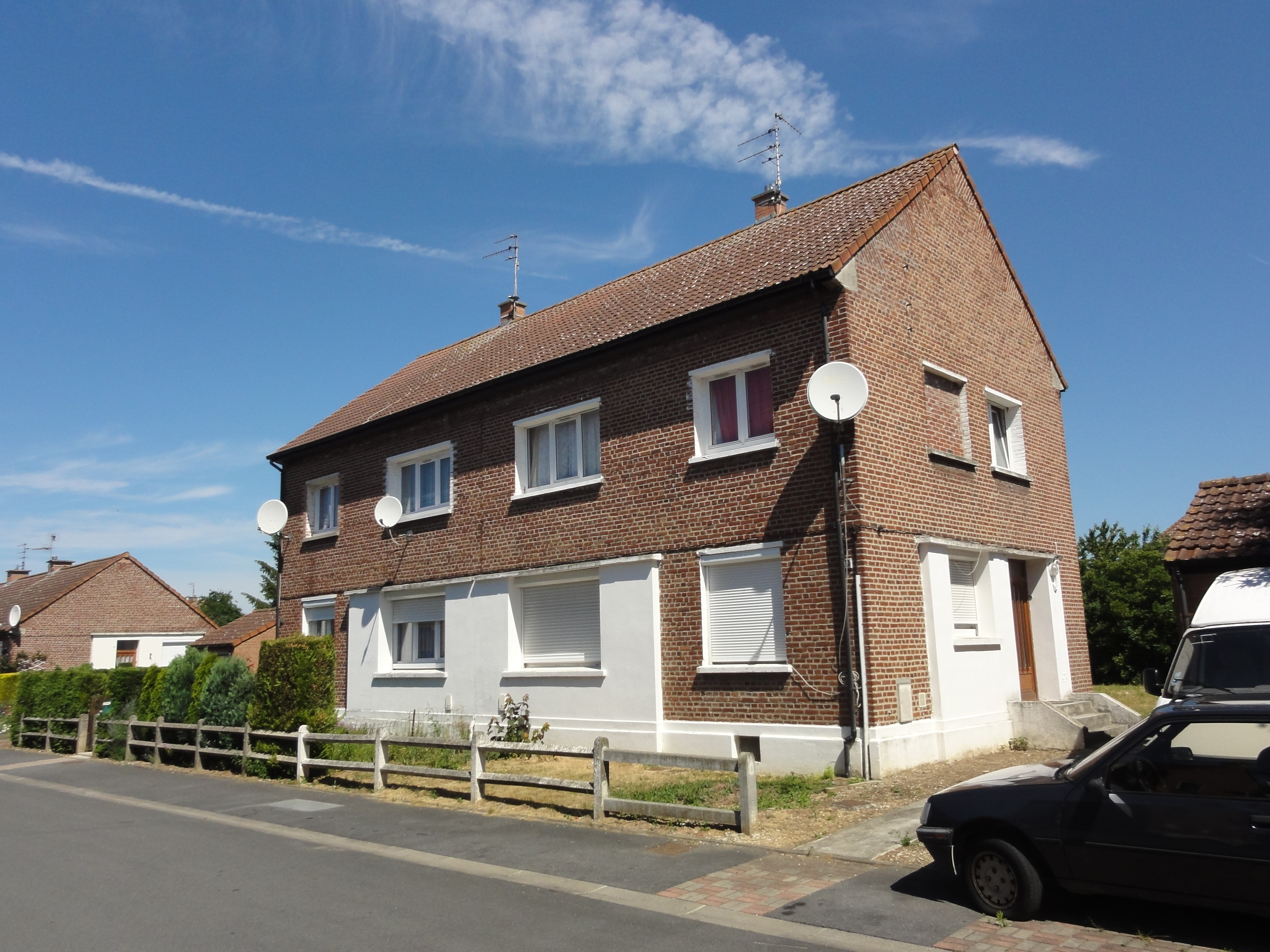
Des habitations post-nationalisation groupées par deux.
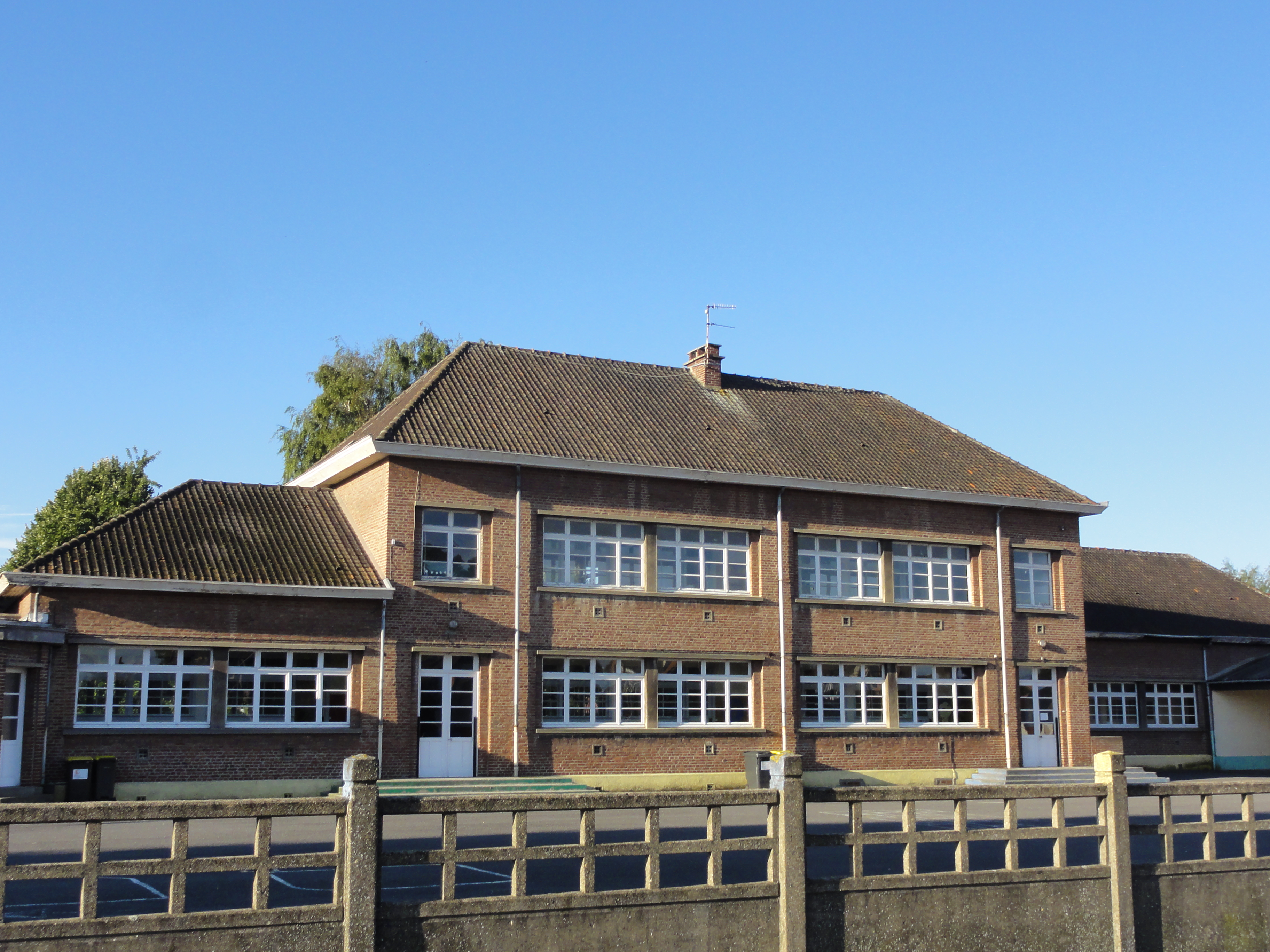
L'école.

### Siteno23
Google Maps
Le site no 23 est formé par le carreau de la fosse Delloye des mines d'Aniche à Lewarde, l'actuel Centre historique minier de Lewarde.

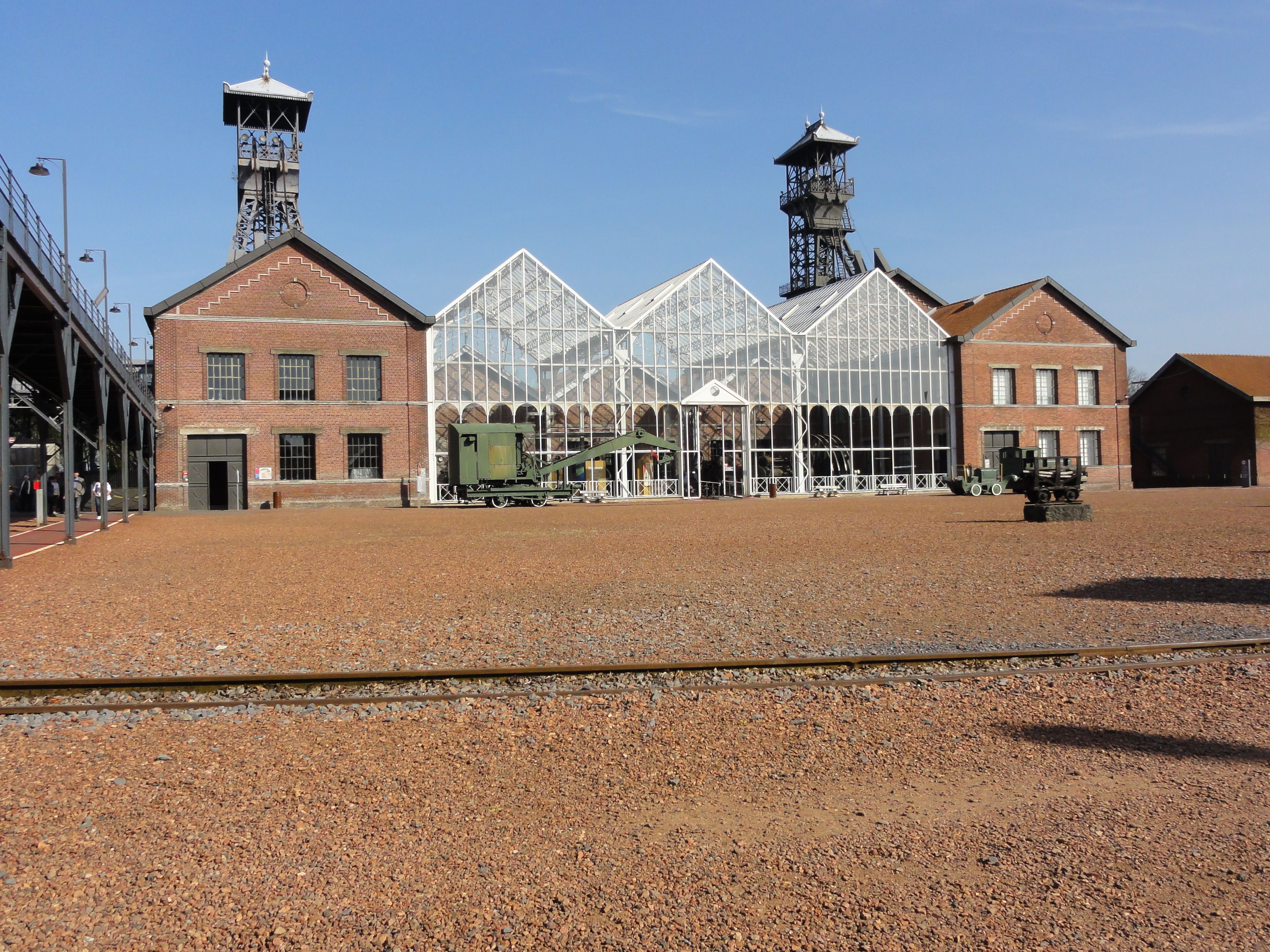
Le carreau de fosse.
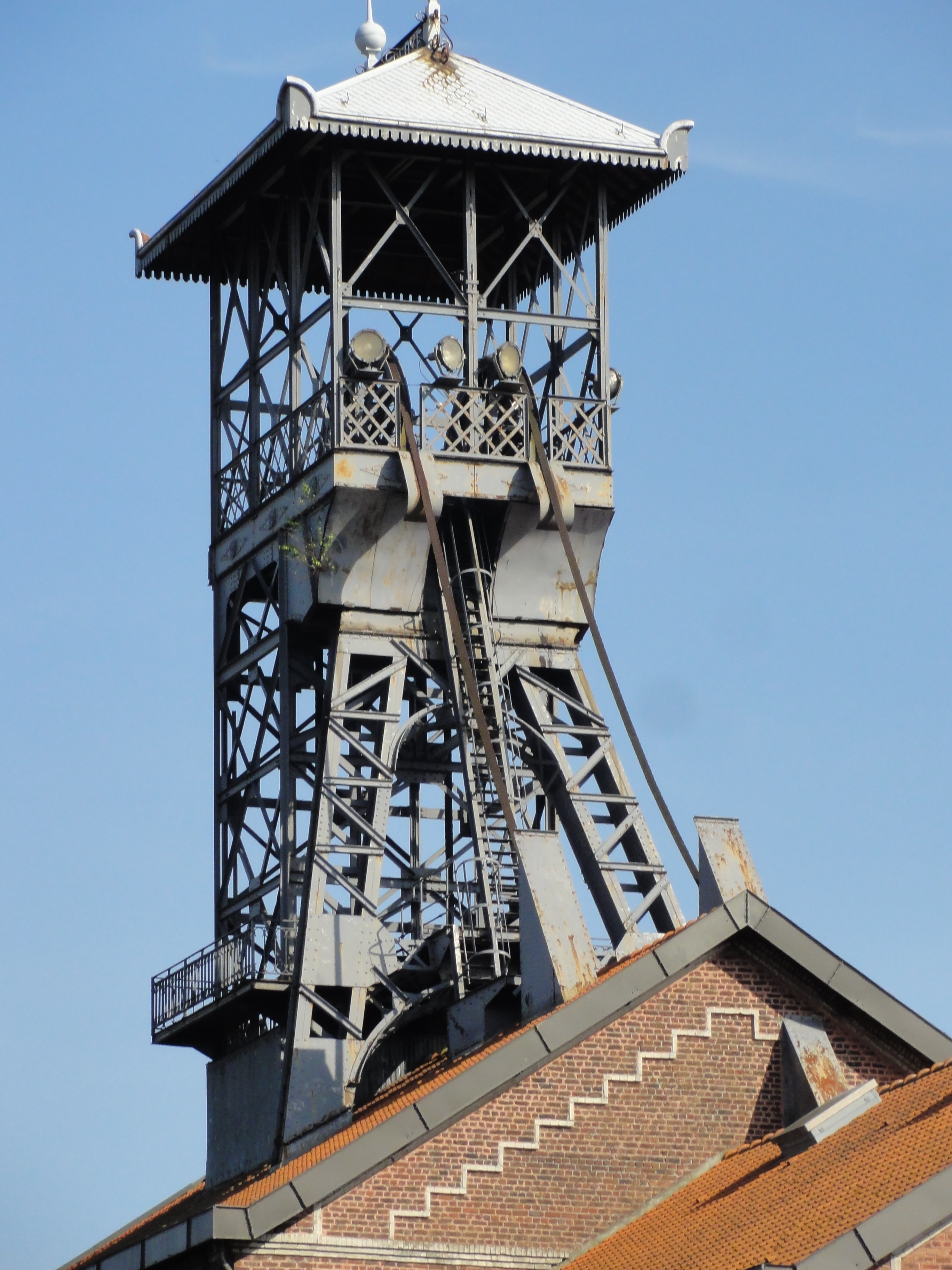
Le puits no 2.
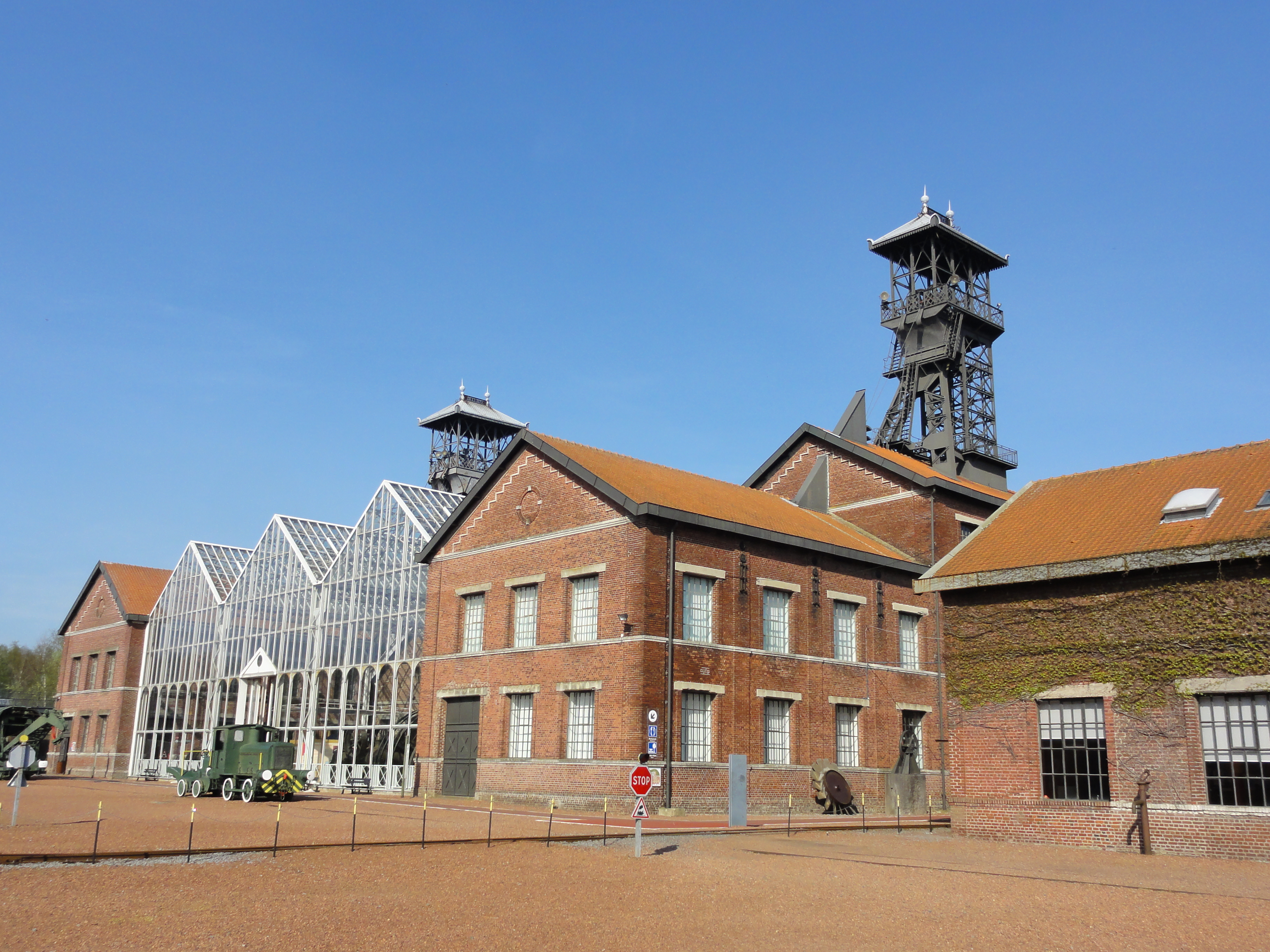
Vue générale des installations.
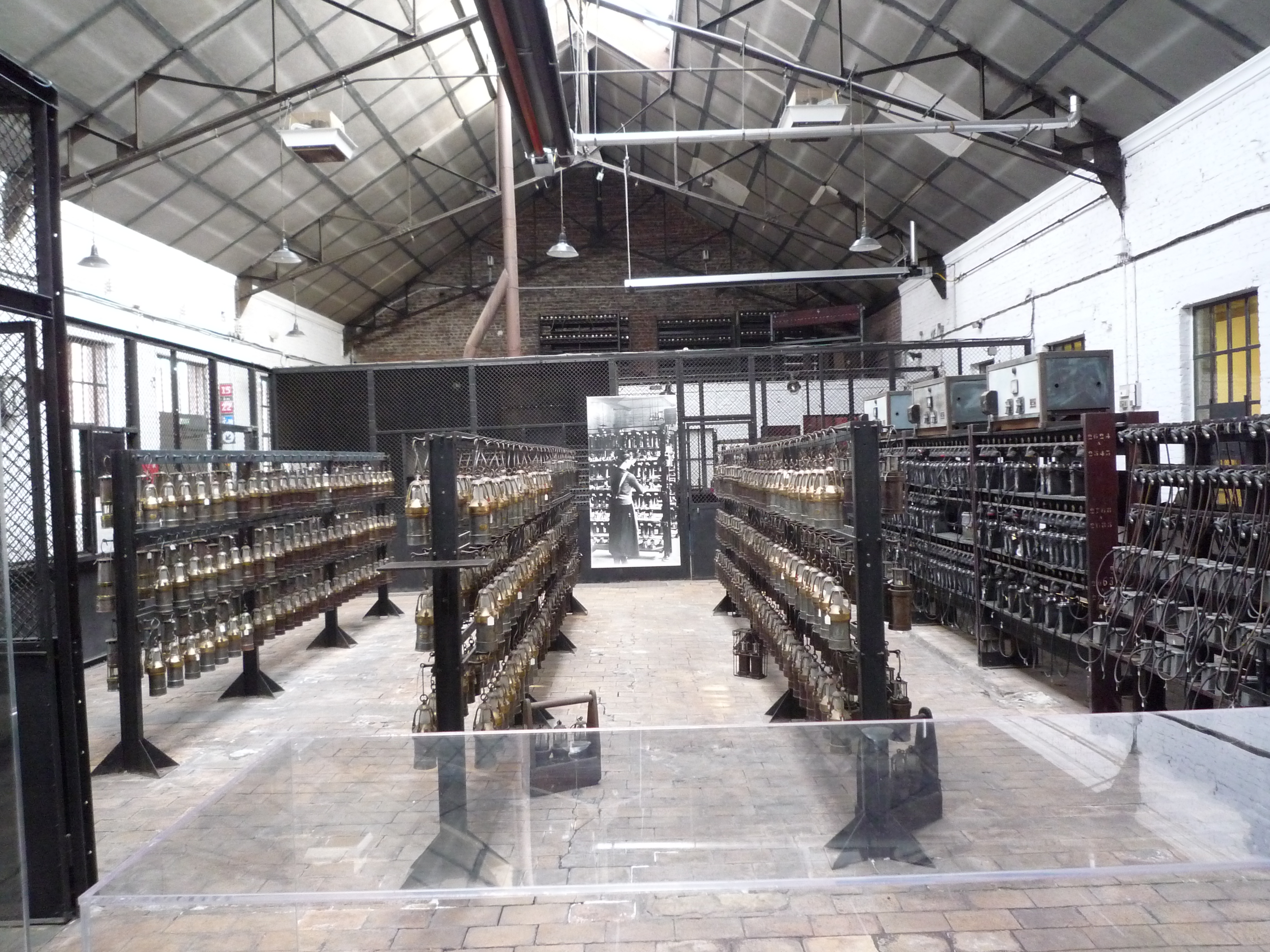
La lampisterie.
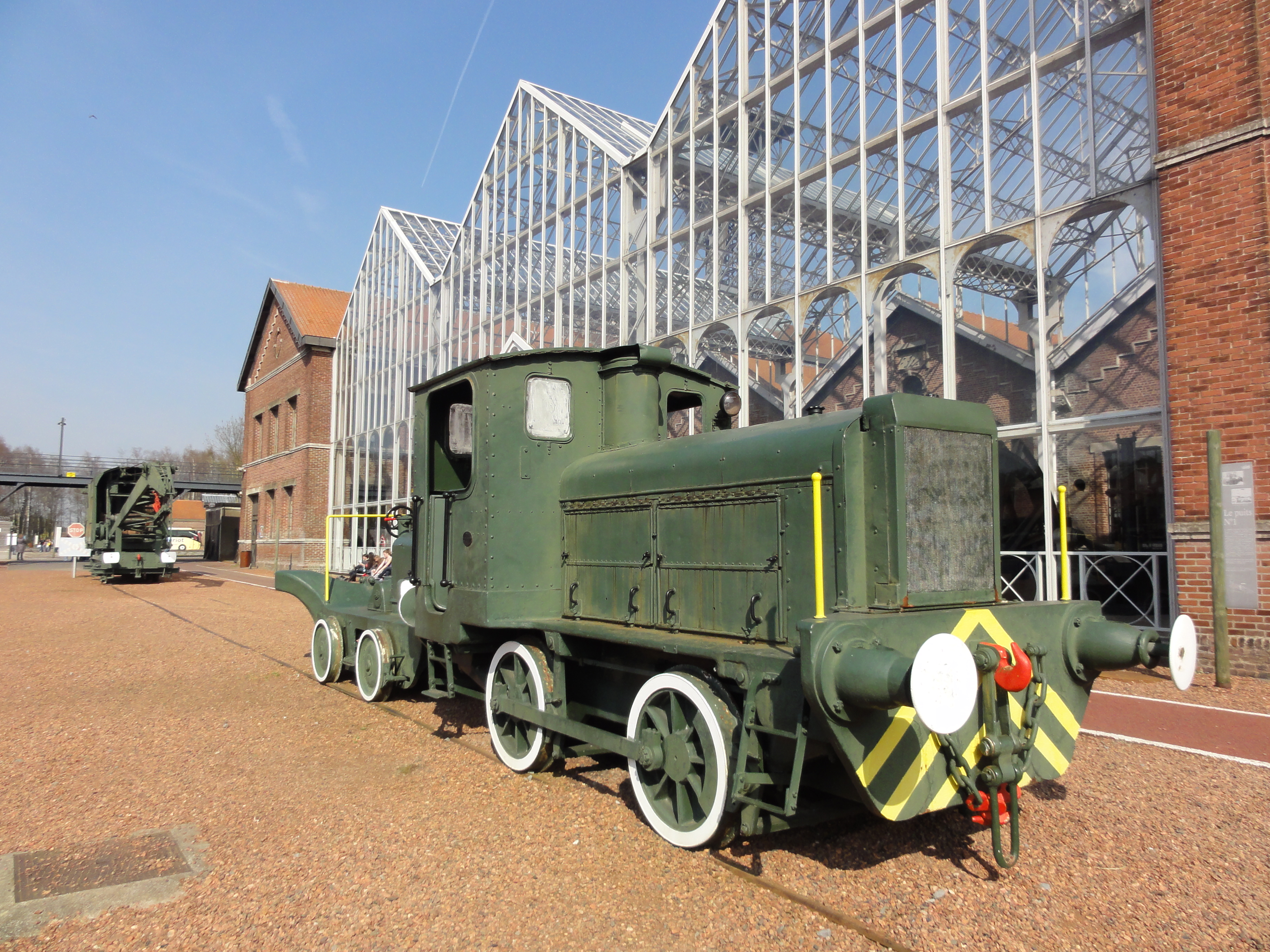
Le matériel ferroviaire préservé.
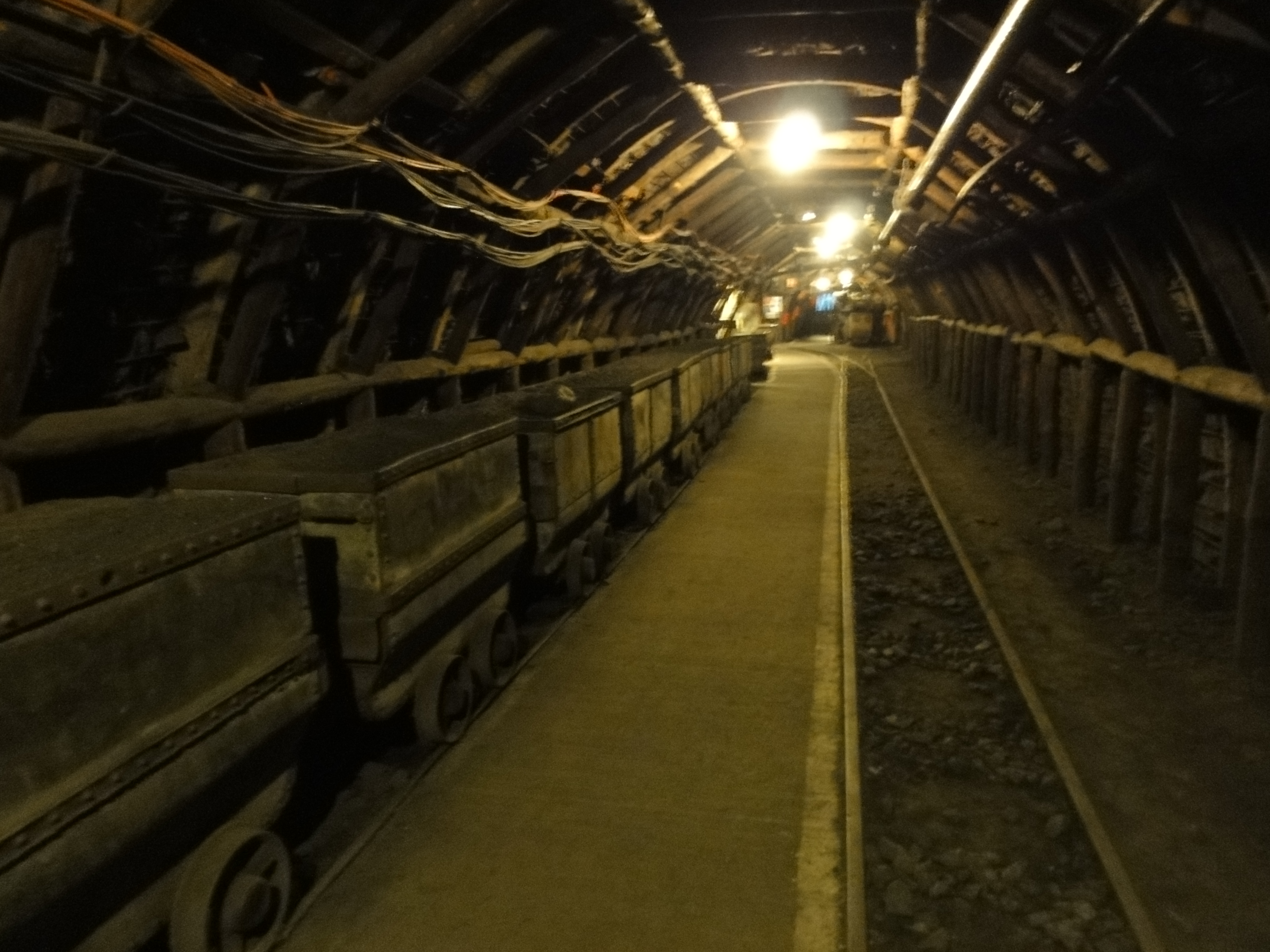
Les galeries reconstituées.

### Siteno24
Le site no 24 est constitué par le dispensaire de la Société de Secours Minière, les cités-jardins de la Balance et de la Malmaison, et la cité moderne de Guesnain. Ces éléments ont été bâtis pour la fosse Saint-René des mines d'Aniche à Guesnain.

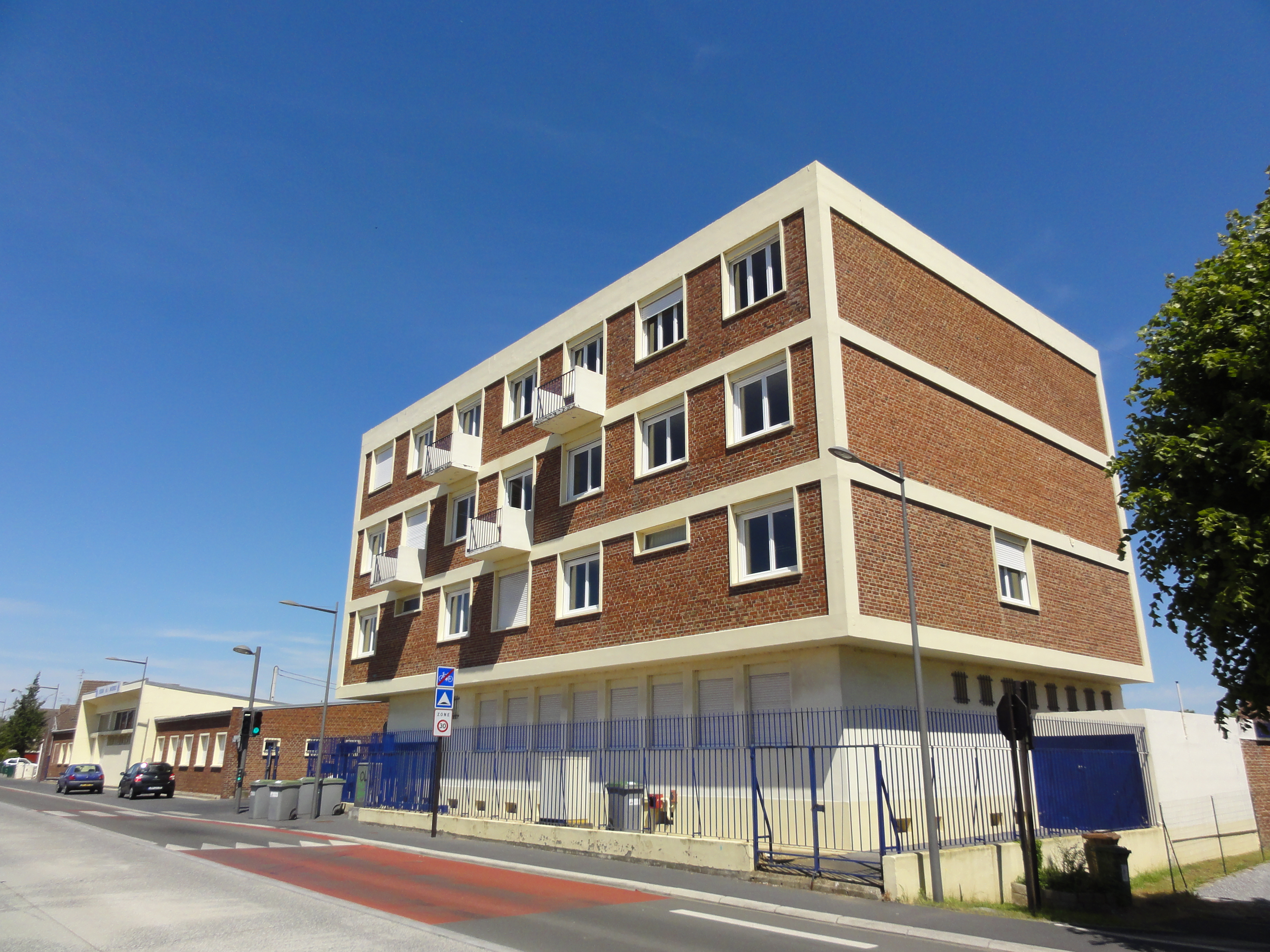
Le dispensaire de la SSM.
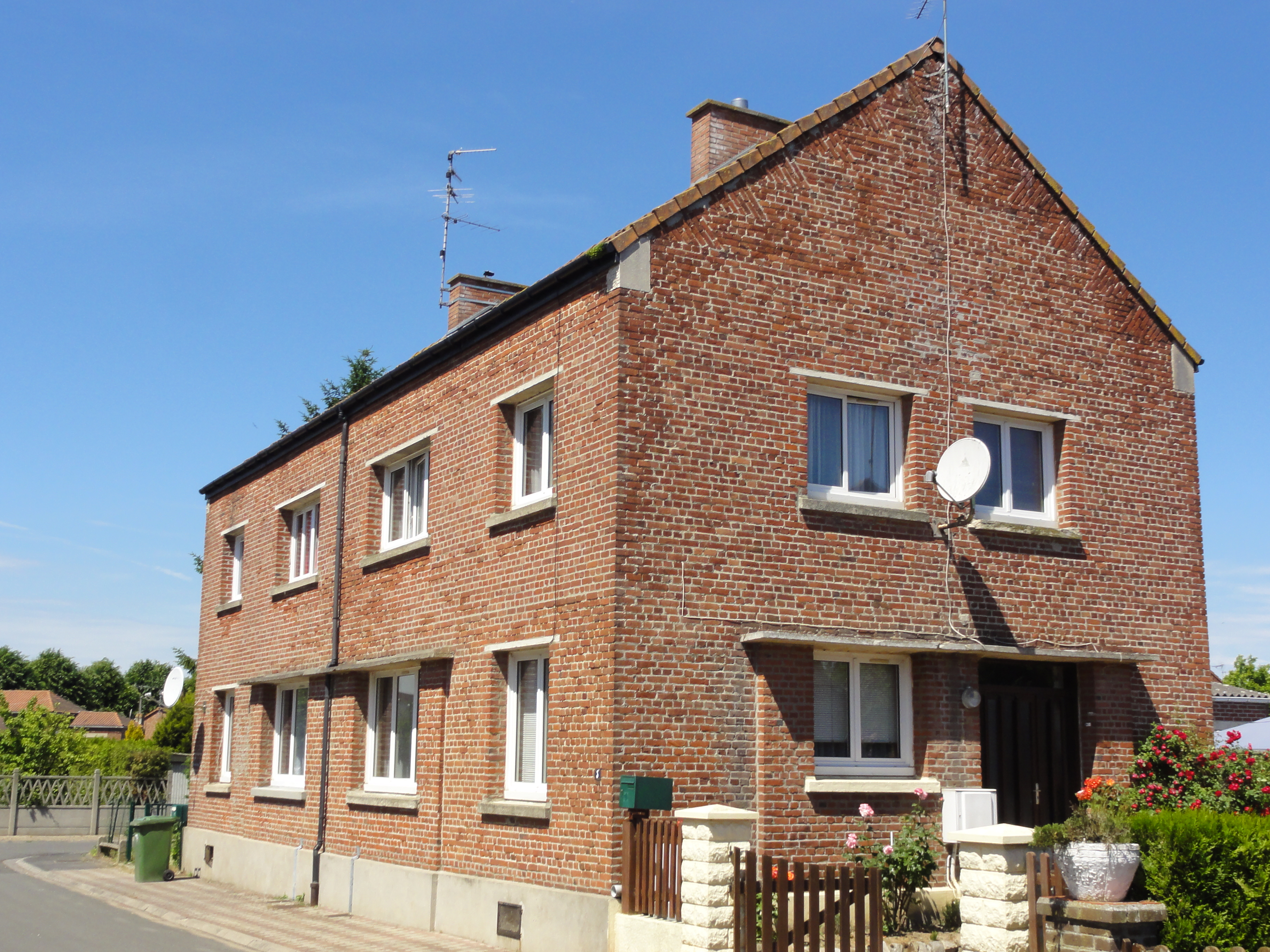
Des habitations modernes.
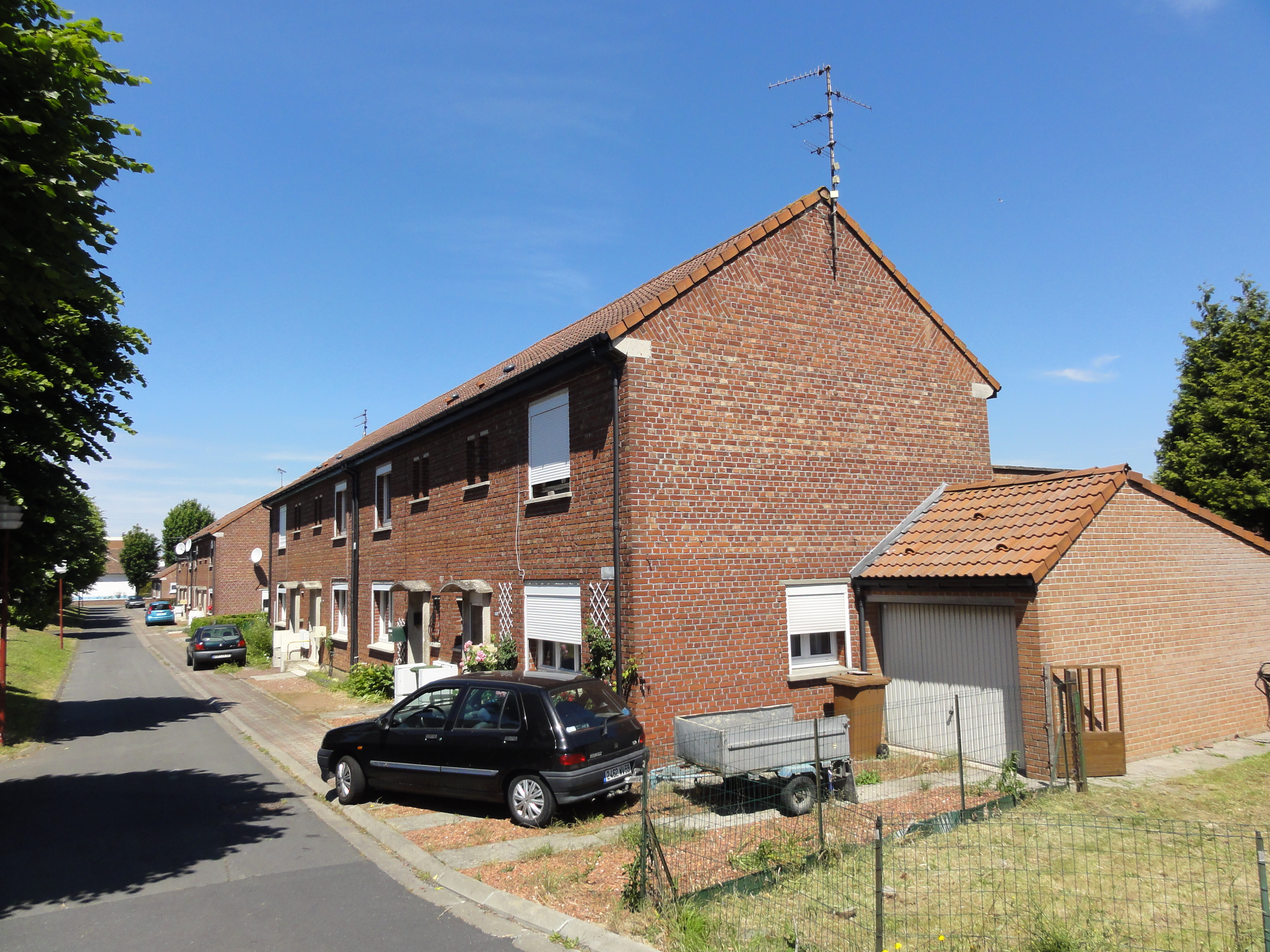
Des corons modernes.
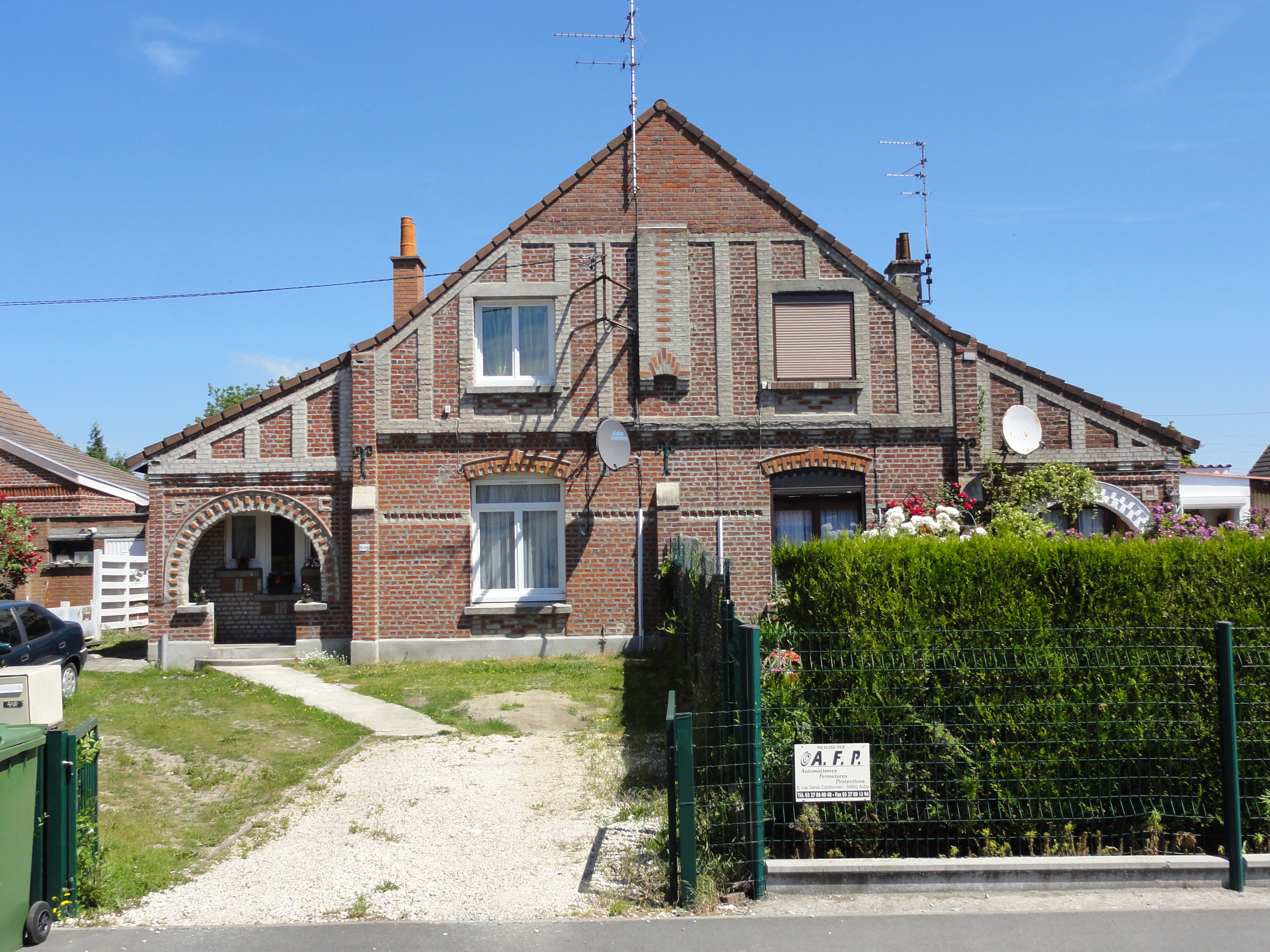
Des habitations groupées par quatre.
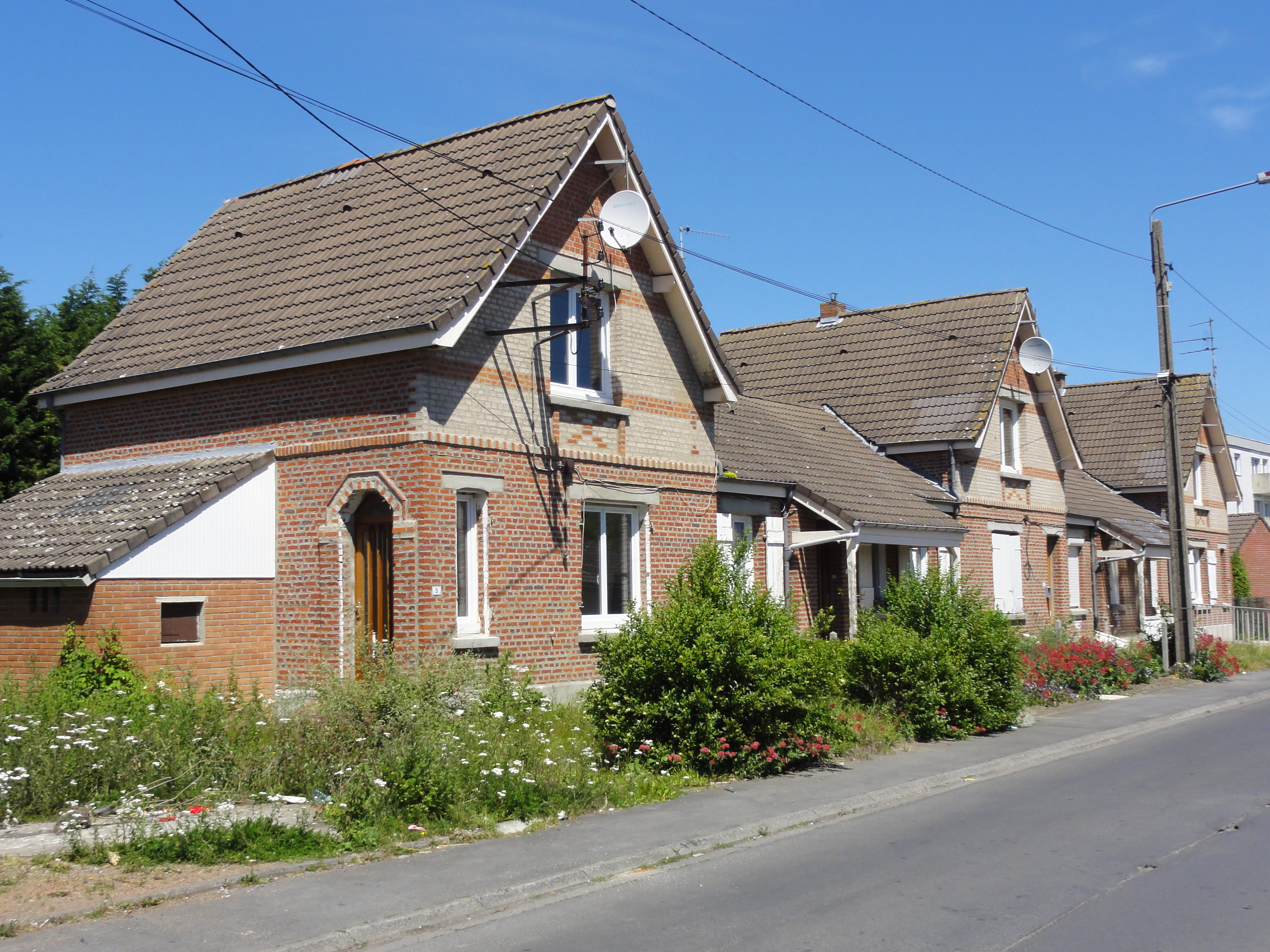
Des habitations groupées par cinq.
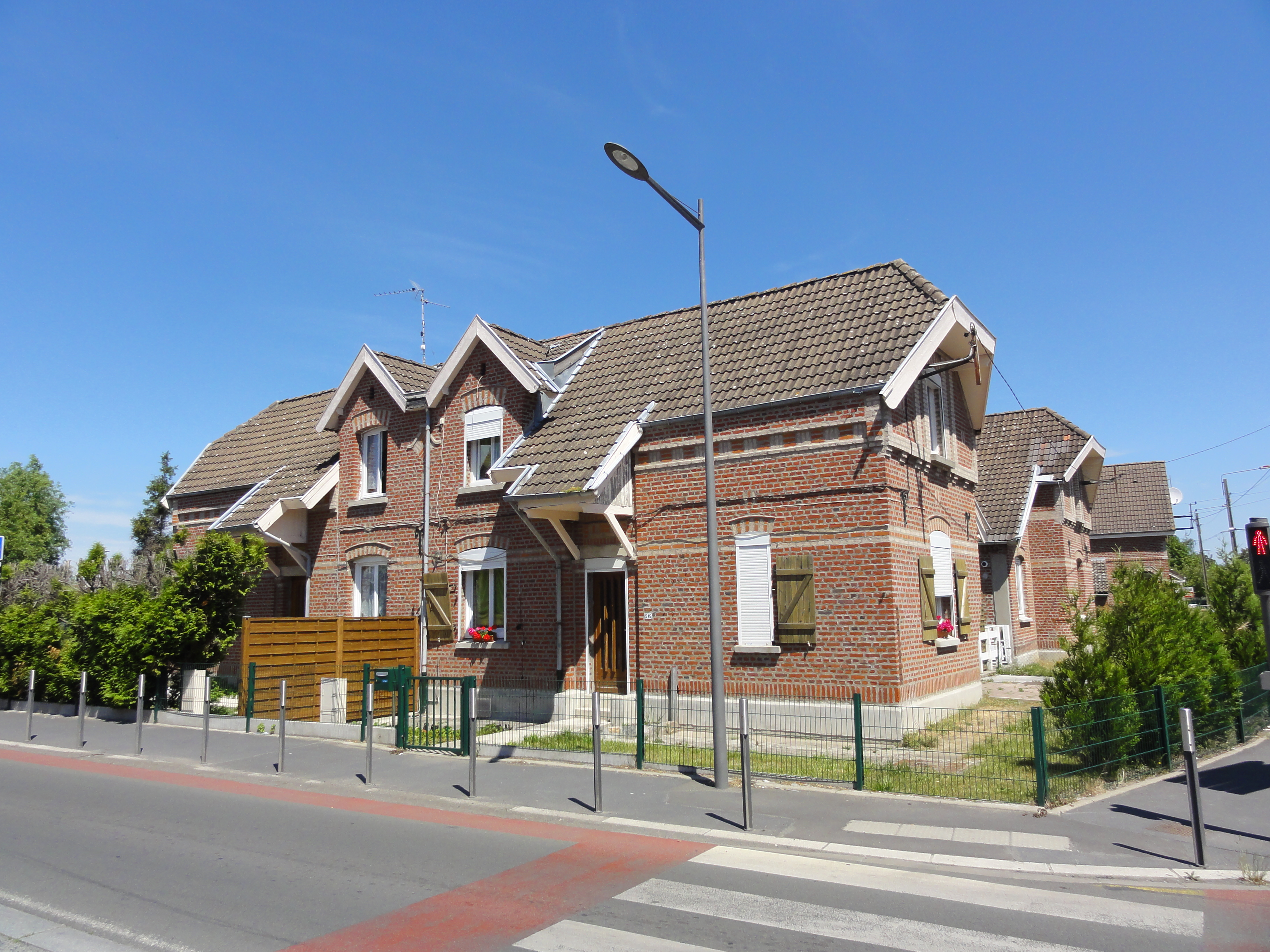
Des habitations groupées par deux.

### Siteno25
Le site no 25 est constitué par la cité-jardin de la Clochette à Douai, la cité pavillonnaire Notre-Dame, le groupe scolaire, le patronage, l'église Notre-Dame-des-Mineurs (1927), ainsi que par les presbytères français et polonais, à Waziers. Ces éléments ont été bâtis pour la fosse Notre-Dame des mines d'Aniche.

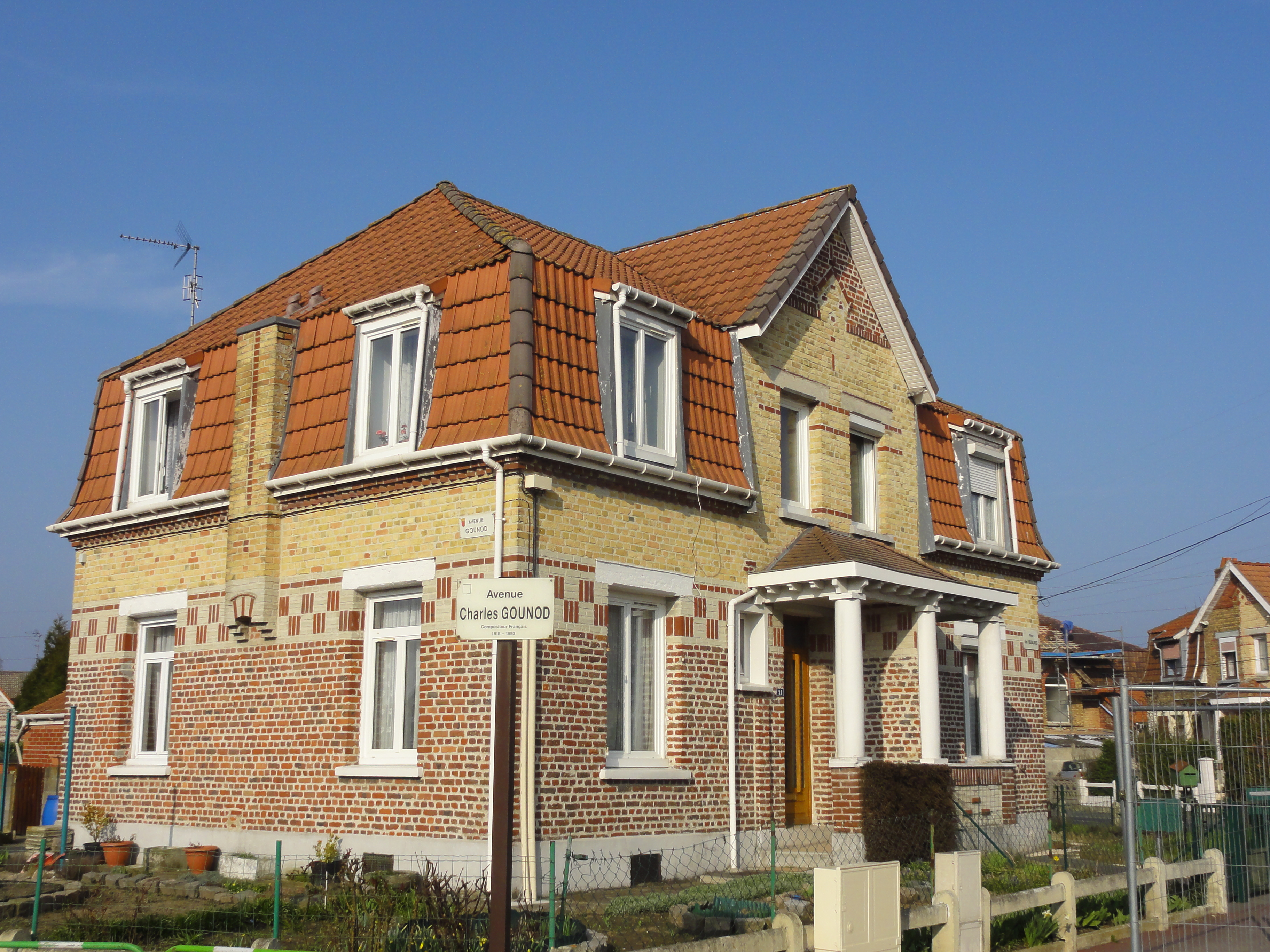
Des habitations groupées par deux.
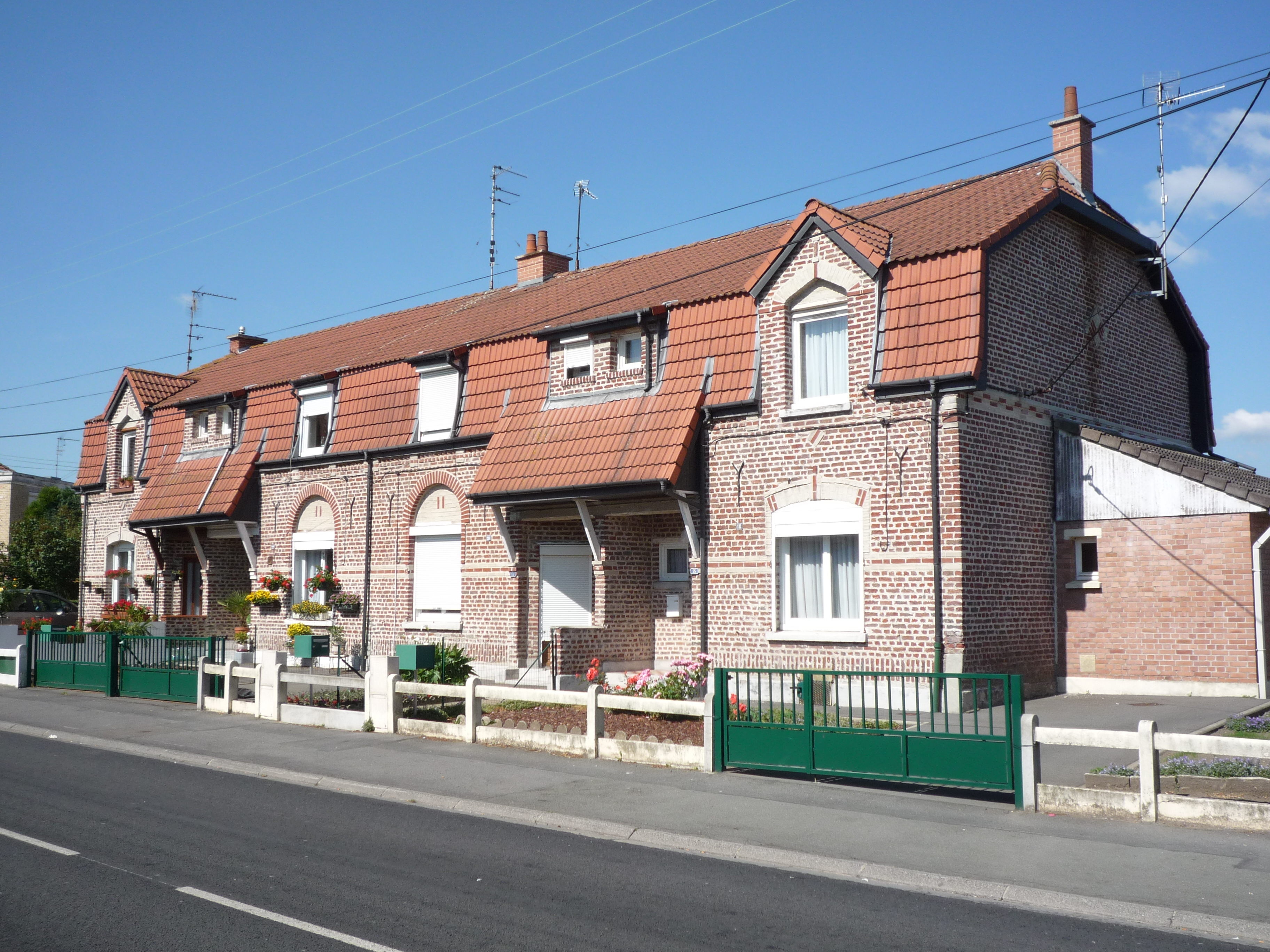
Des habitations groupées par quatre.
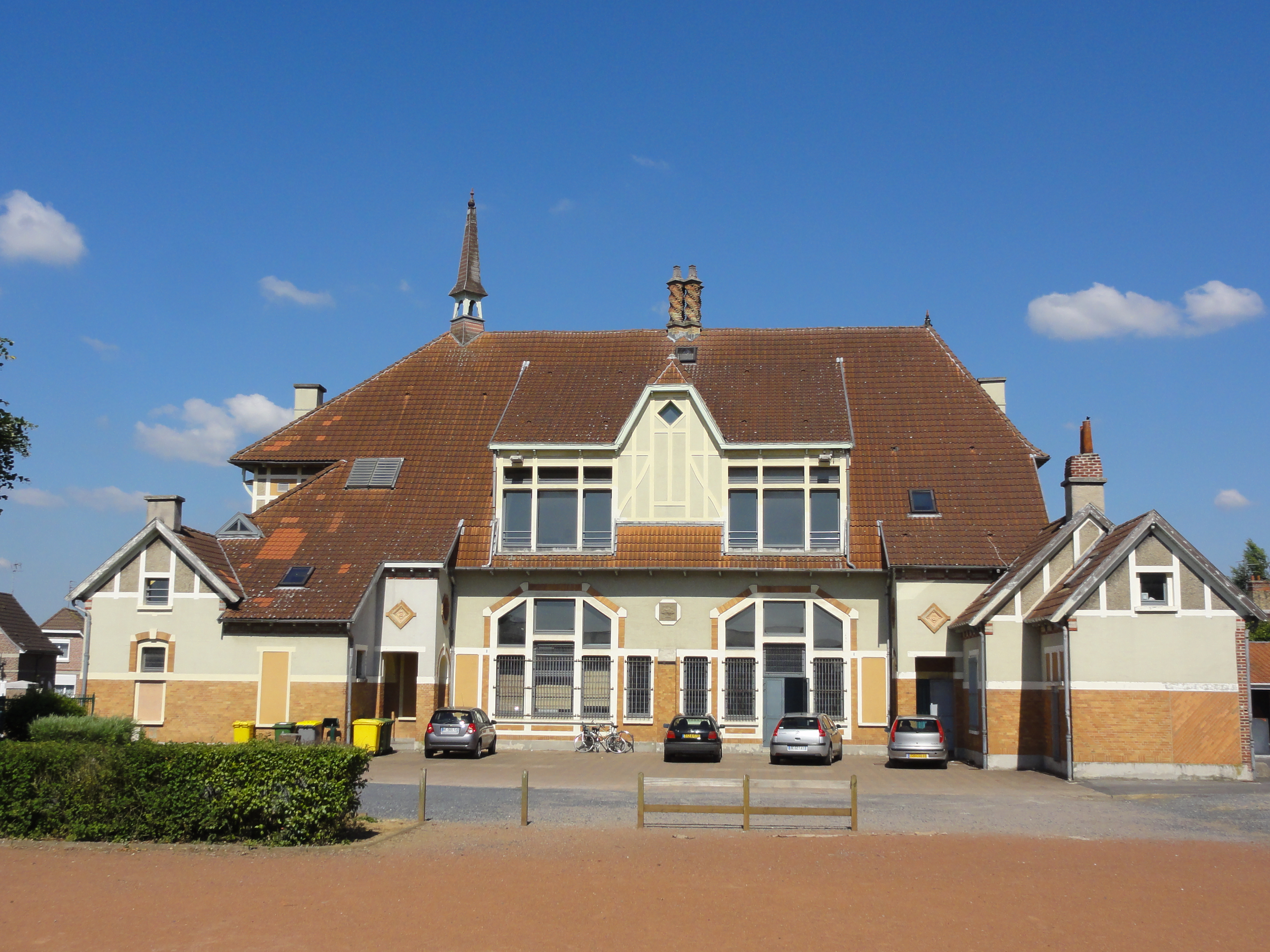
Le centre médical.
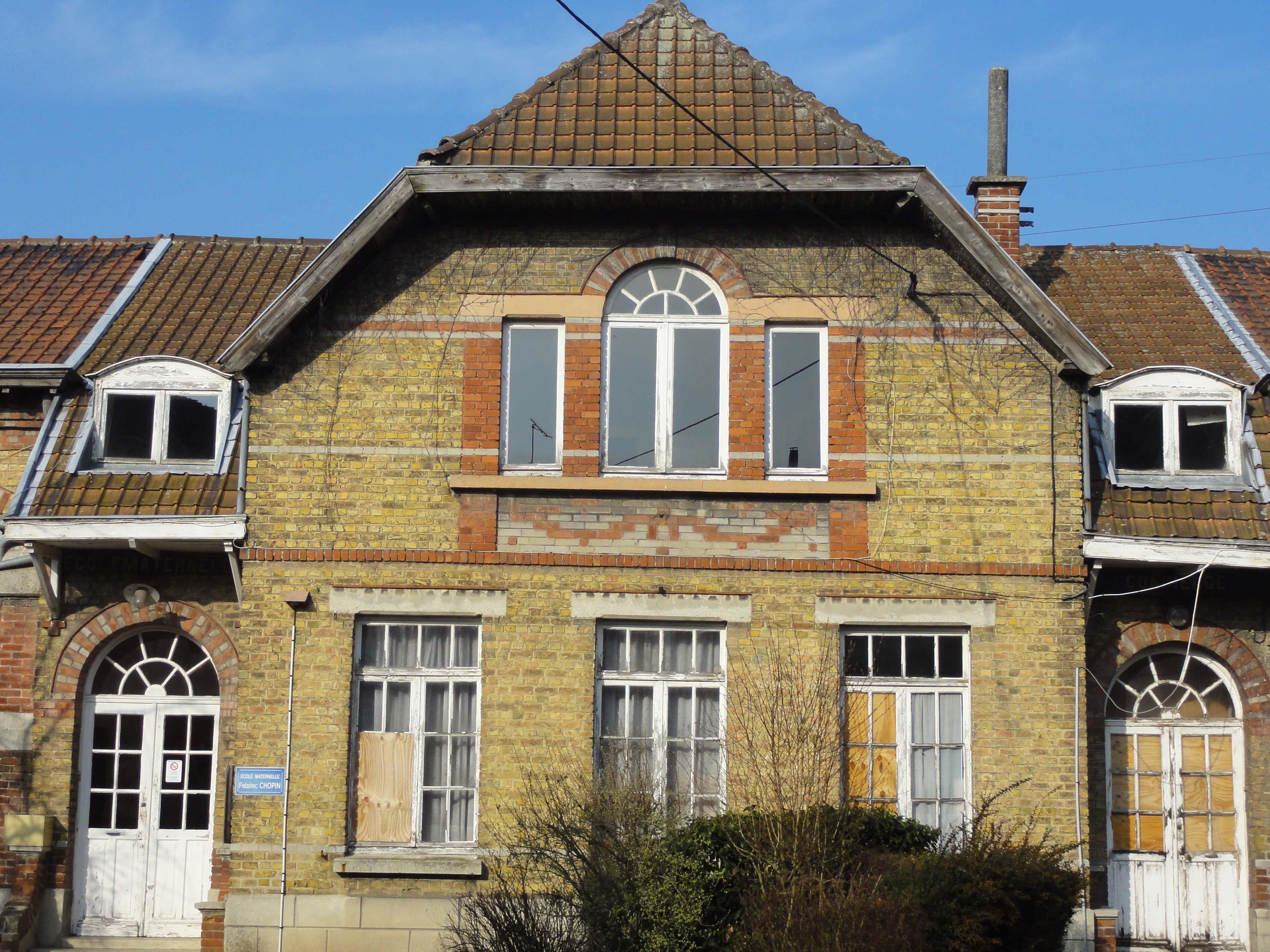
Les écoles.
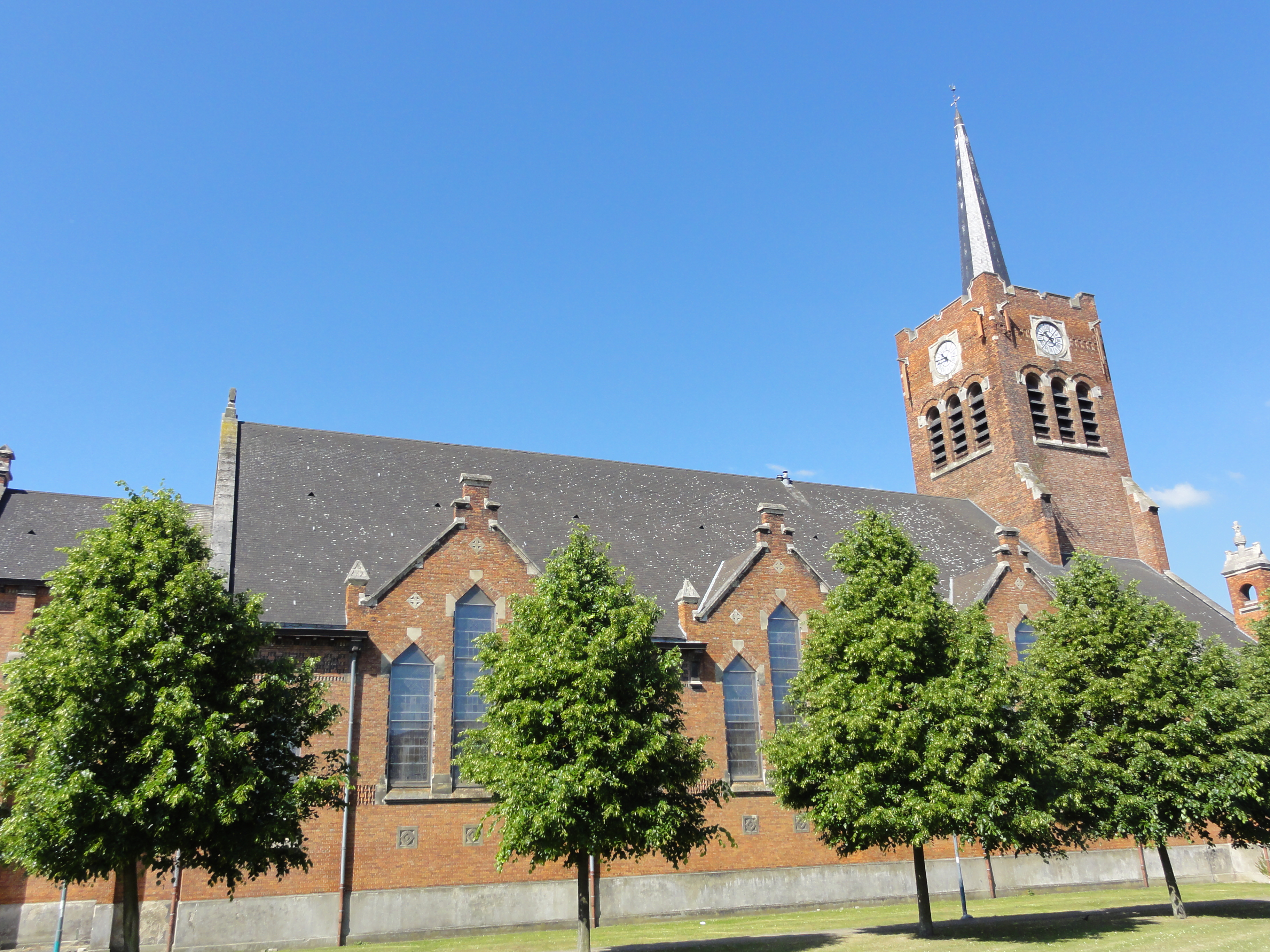
L'église Notre-Dame-des-Mineurs.
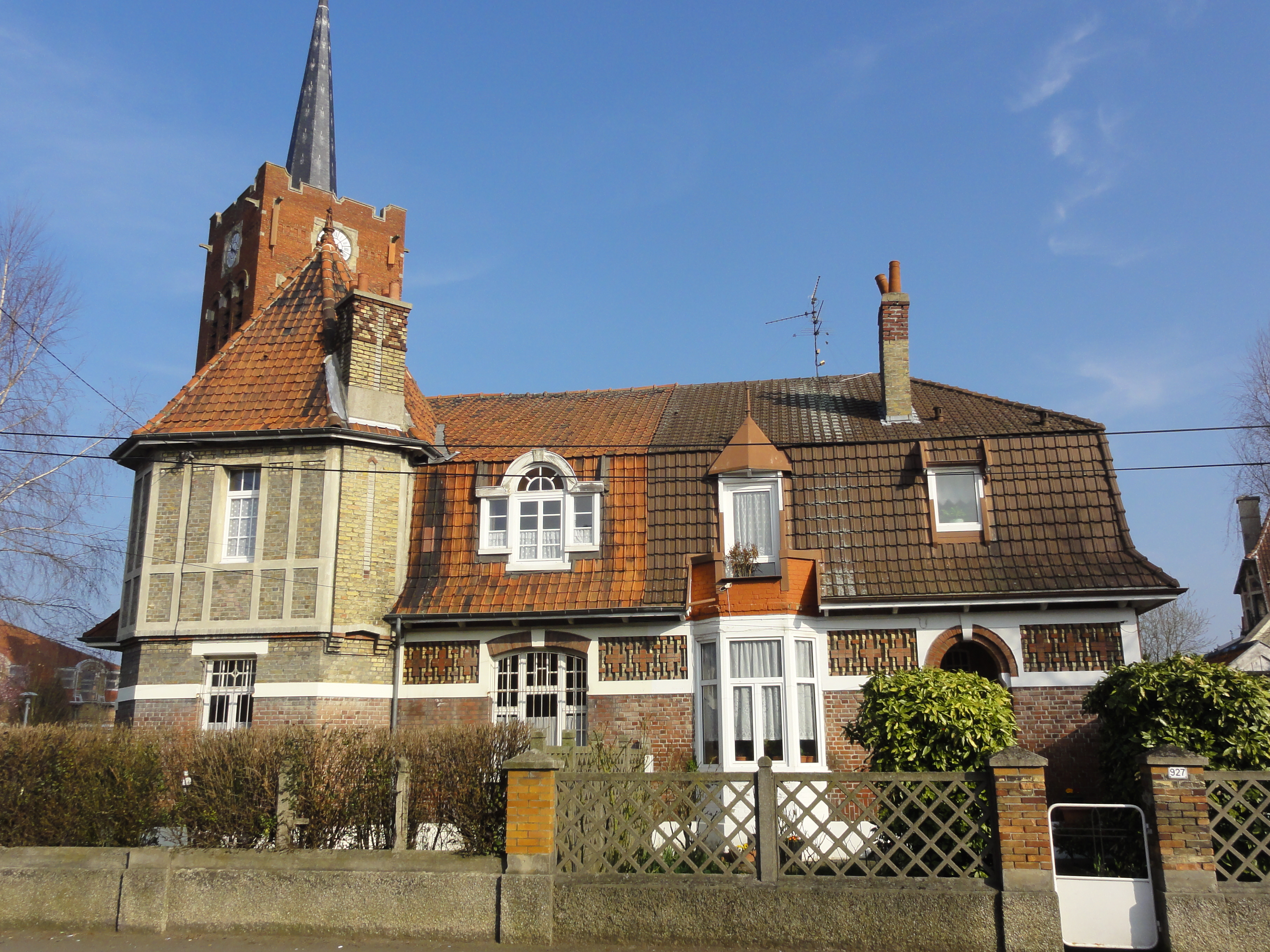
Les presbytères français et polonais.

### Siteno26
Google Maps
Le site no 26 est constitué des cités pavillonnaires Beaurepaire, du Bois-Brûlé, du Moulin, de la cité moderne de la ferme de Beaurepaire. Elle comprend également la chapelle Sainte-Barbe et le prieuré de Beaurepaire. Ces six éléments sont issus de l'exploitation par la Compagnie des mines d'Aniche puis par le Groupe de Douai de la fosse De Sessevalle à Somain.

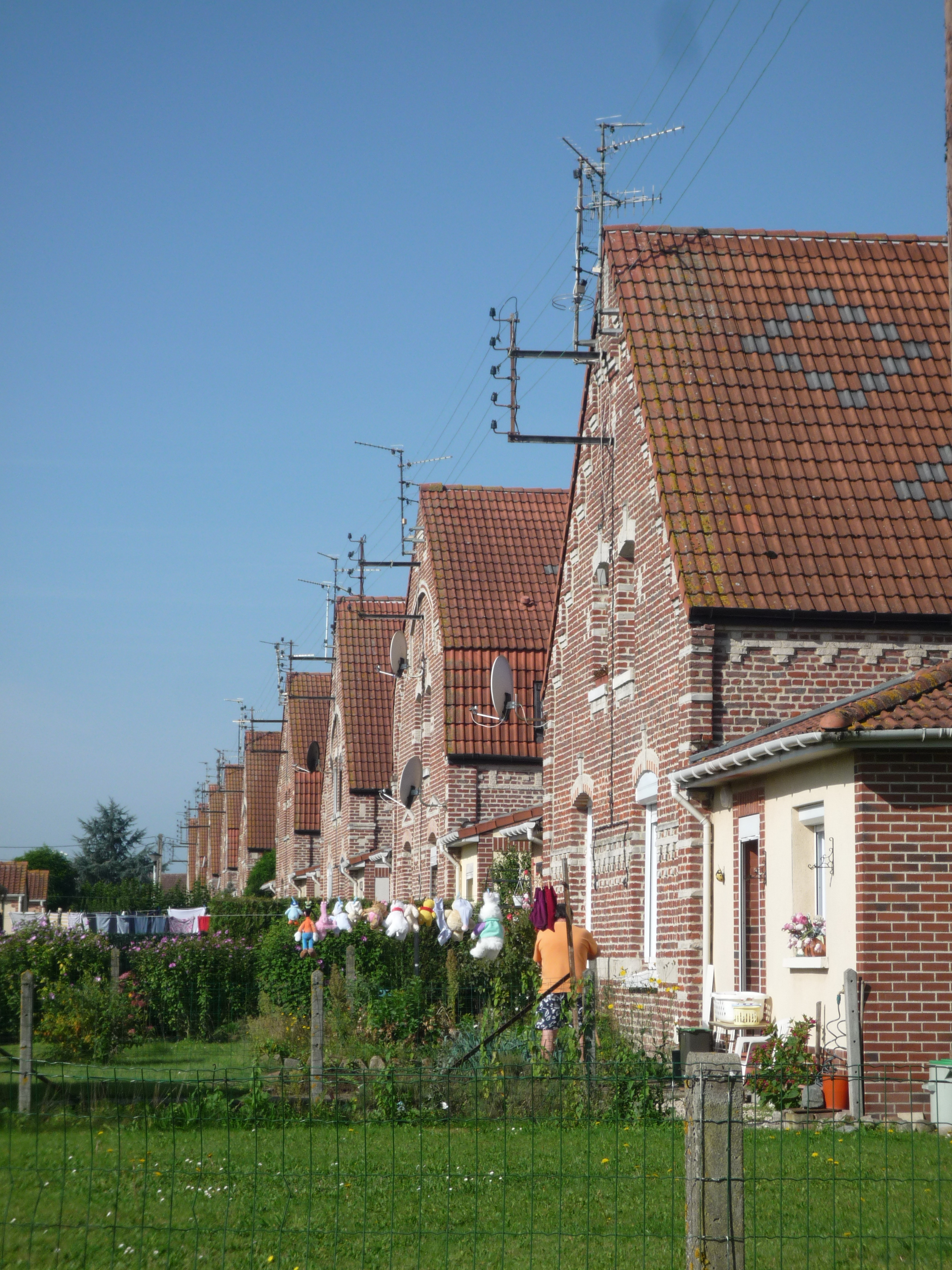
La cité Beaurepaire.
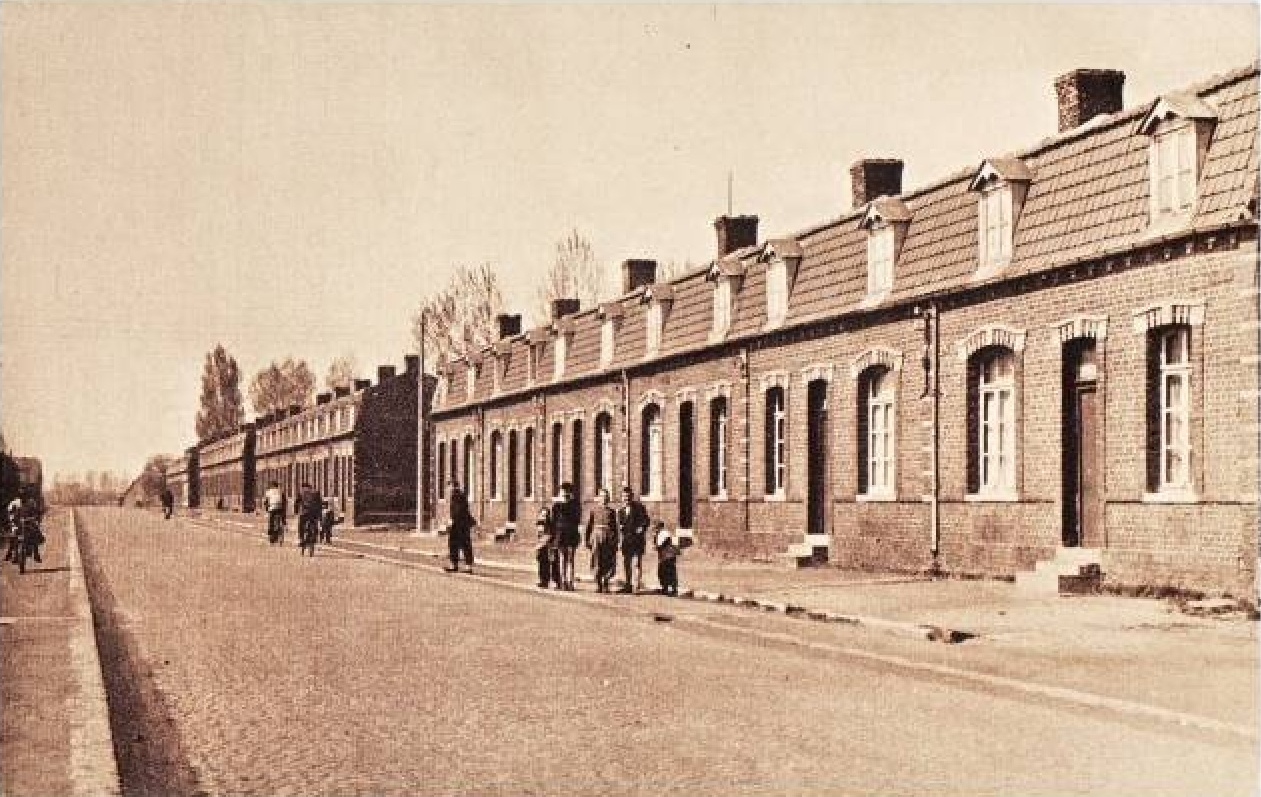
Les corons de la cité du Bois-Brûlé.
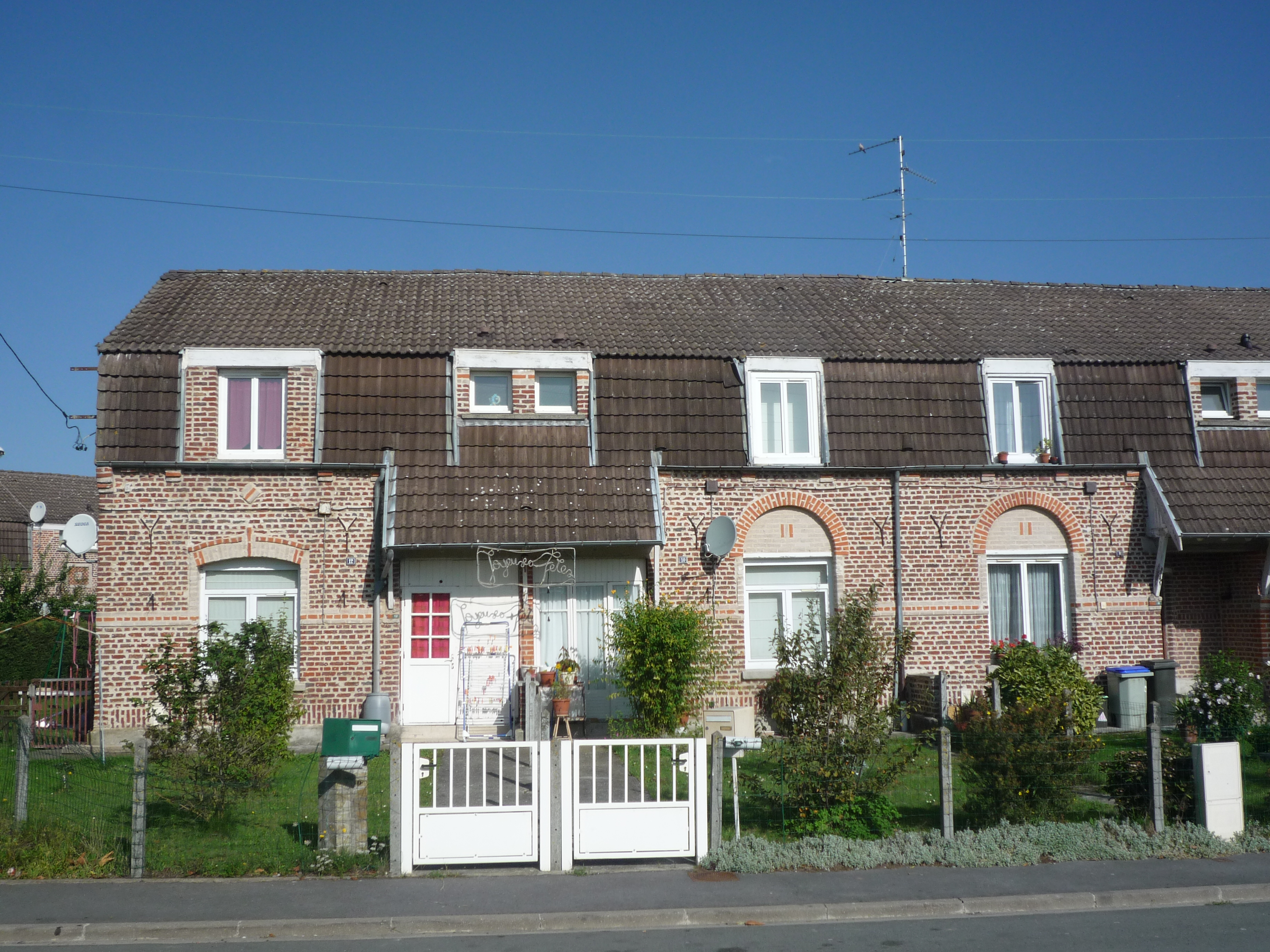
Un coron de la cité du Moulin.
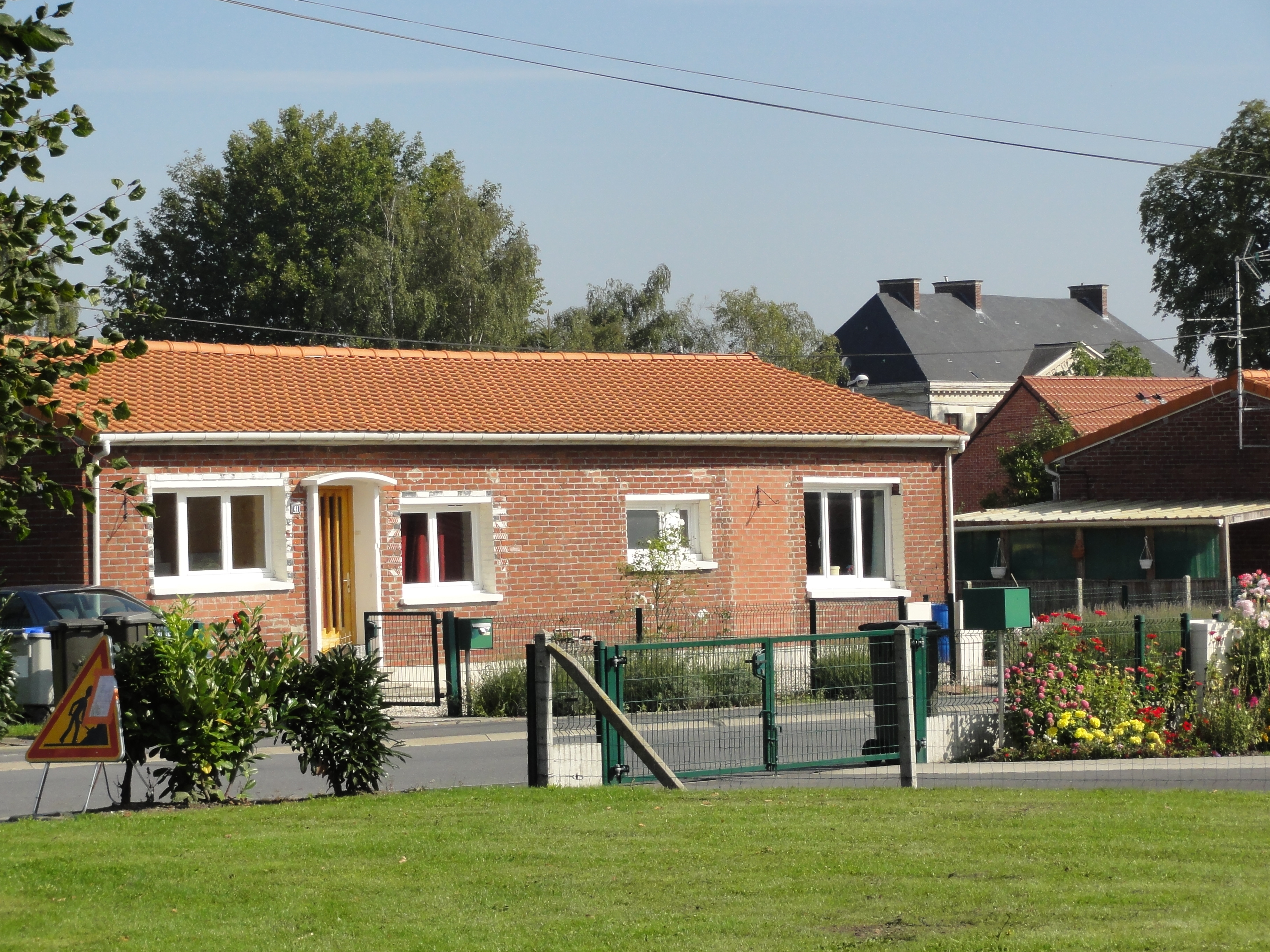
La cité de la ferme de Beaurepaire.
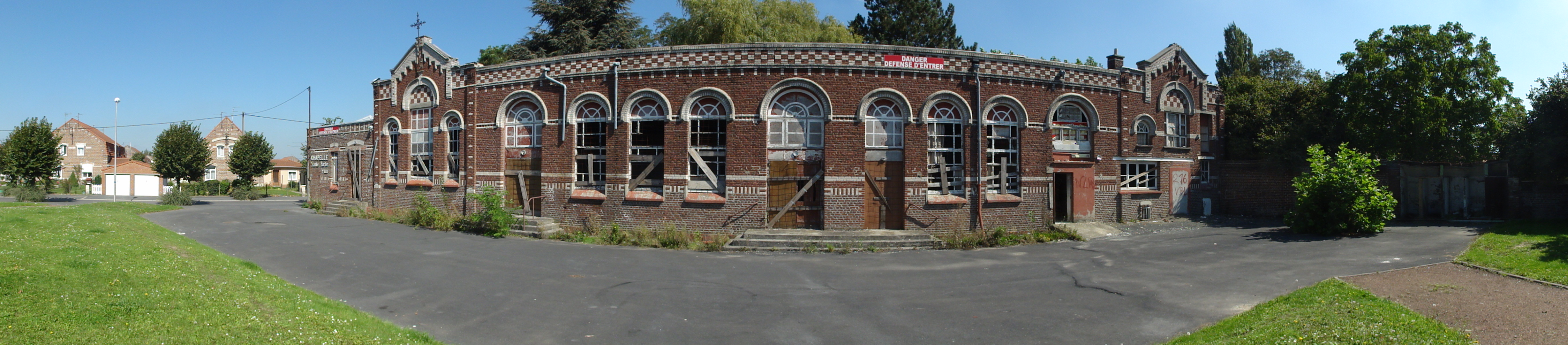
Chapelle Sainte-Barbe.
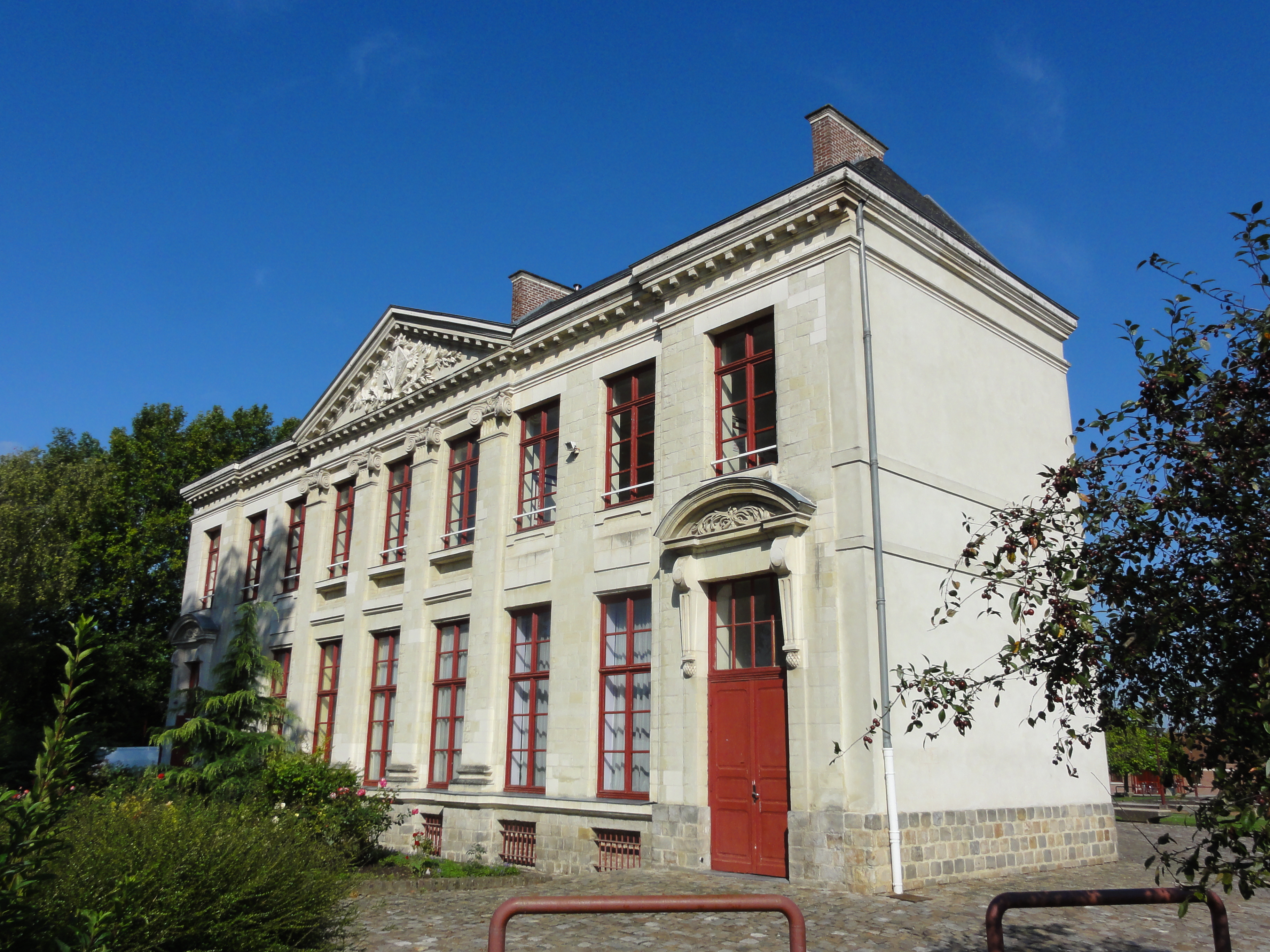
Prieuré de Beaurepaire.

### Siteno27
Google Maps
Le site no 27 comprend l'étang d'affaissement minier à Rieulay et, en très grande partie, le terril no 144, Rieulay, à Rieulay et Pecquencourt, issu principalement de l'exploitation des fosses De Sessevalle et Lemay par la Compagnie des mines d'Aniche.

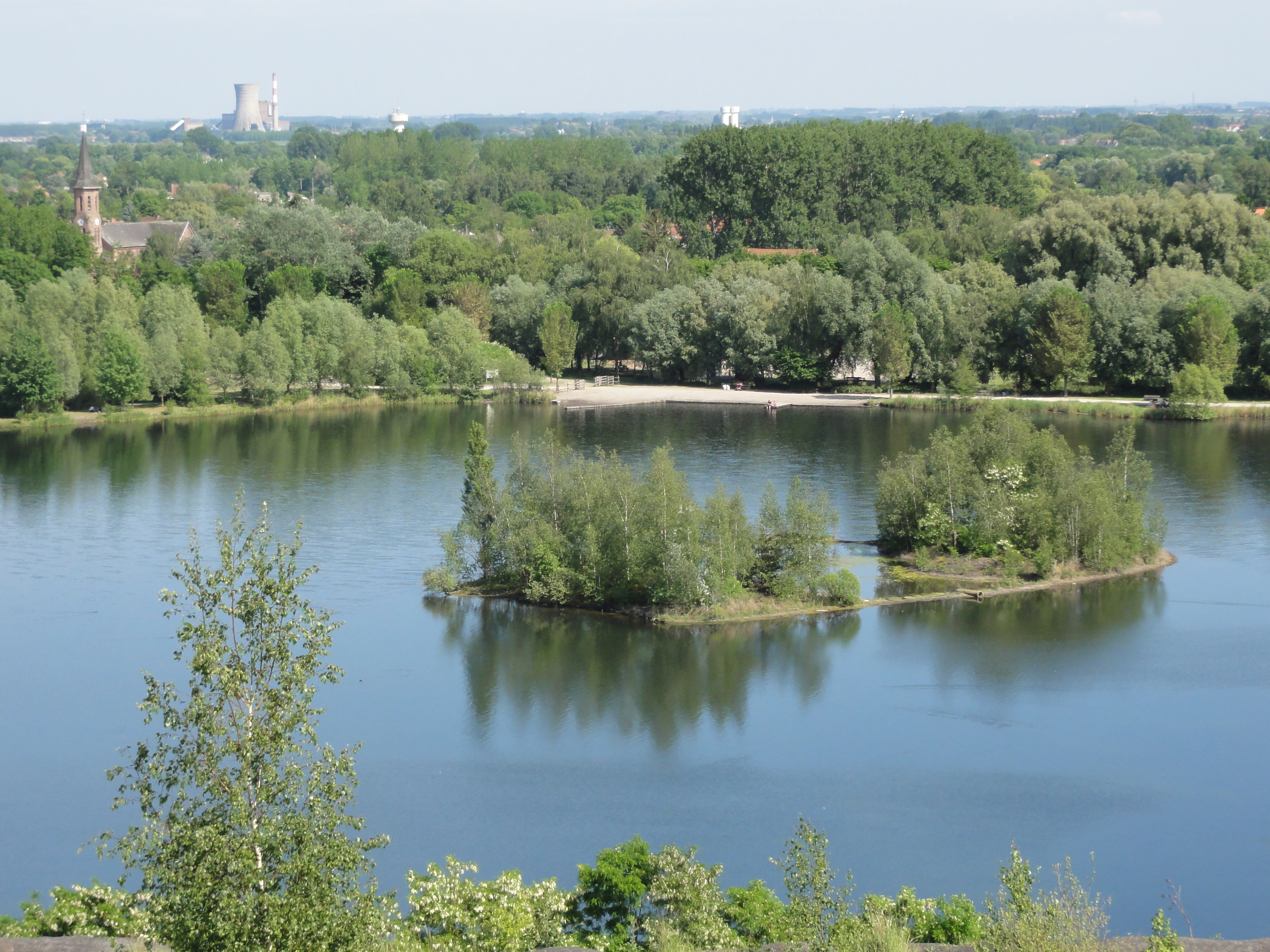
Le lac.
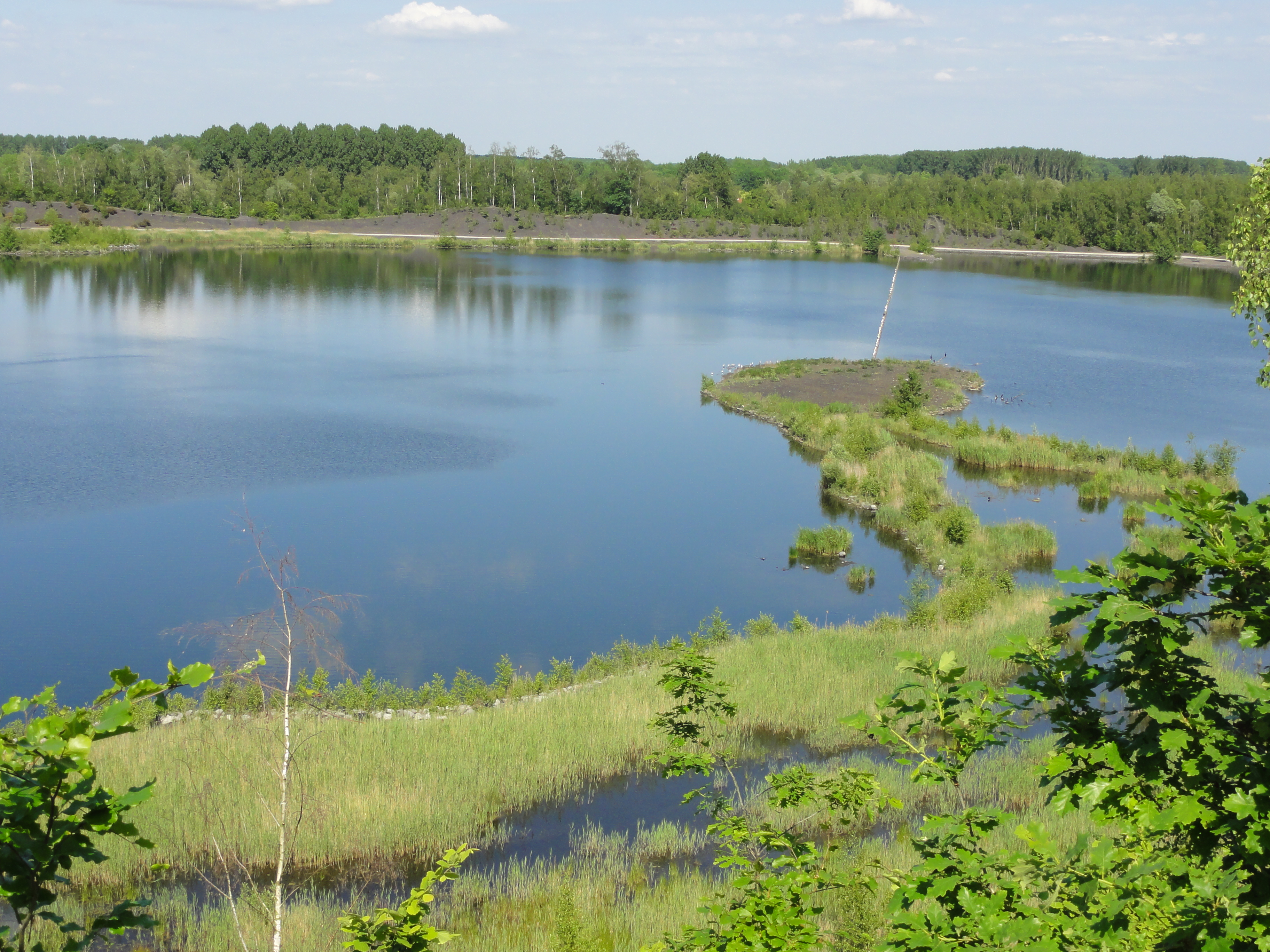
Le lac.
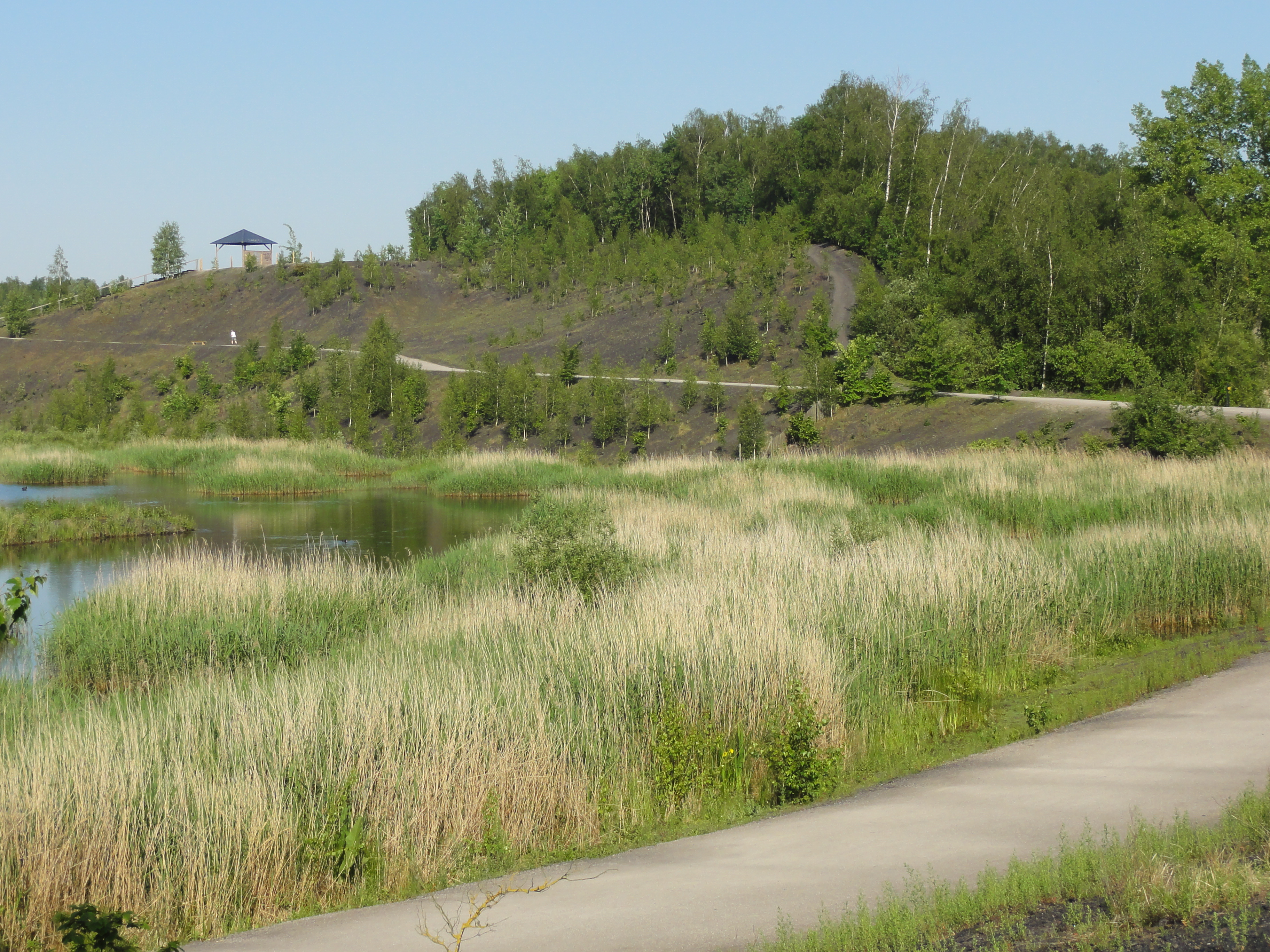
Le terril no 144.
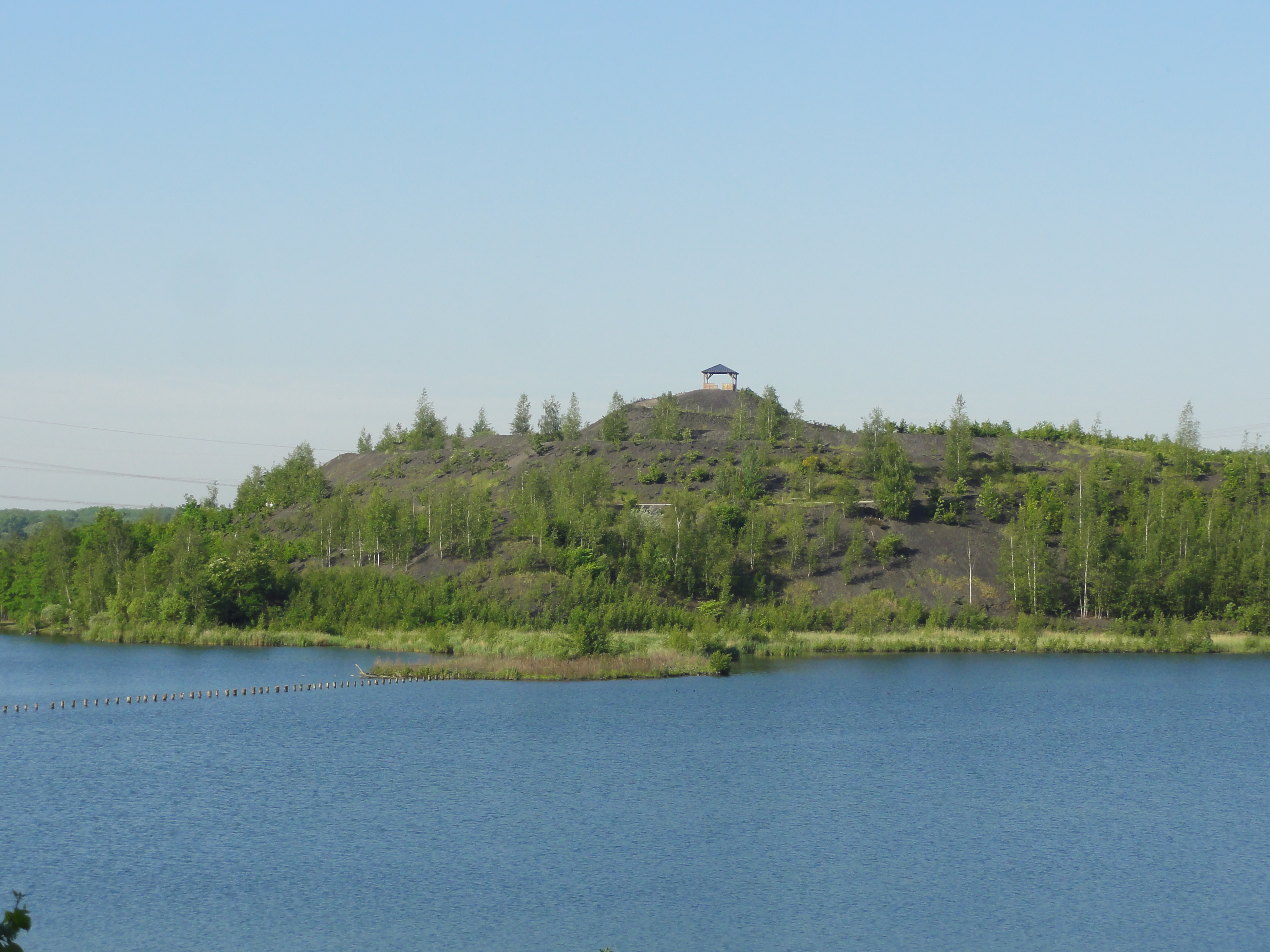
Le terril no 144.
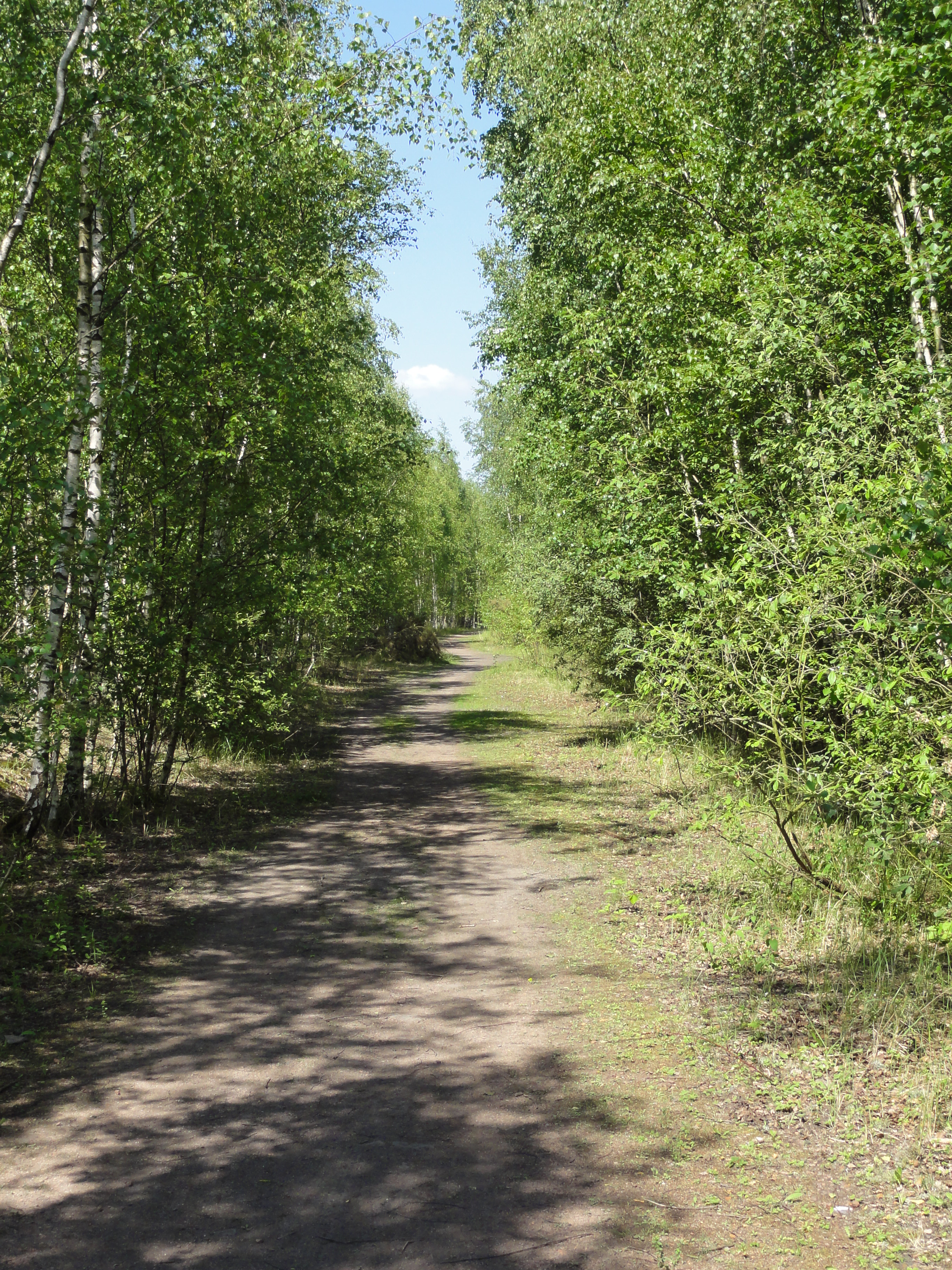
Le terril no 144.
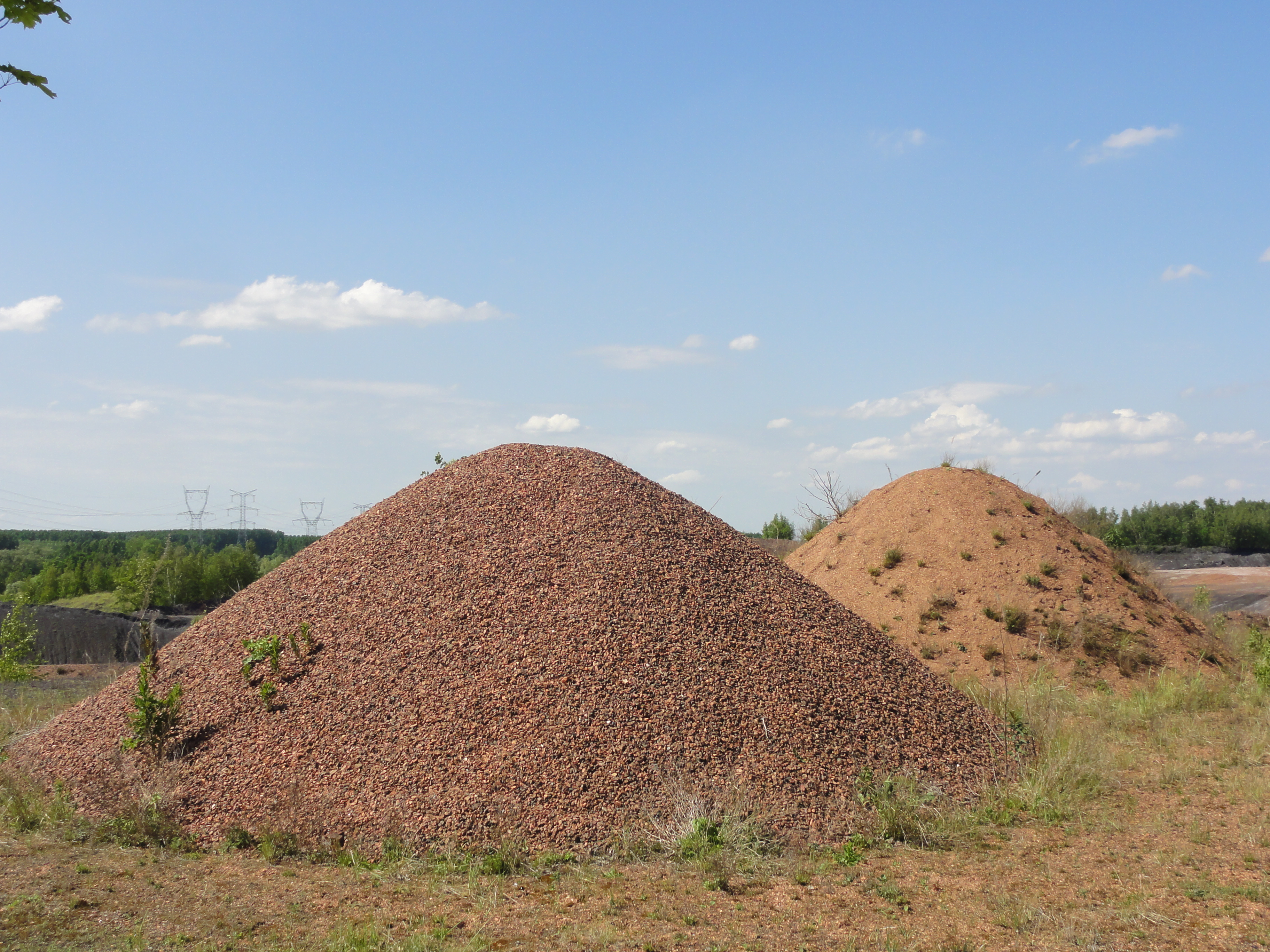
Le terril no 144.

### Siteno28
Google Maps
Le site no 28, localisé à Pecquencourt, comprend la cité pavillonnaire Lemay, la cité jardin Sainte-Marie, la cité moderne de Pecquencourt, ainsi que deux dispensaires de la Société de Secours Minière. Ces différents éléments résultent de l'exploitation de la fosse Lemay par la Compagnie des mines d'Aniche, puis par le Groupe de Douai.

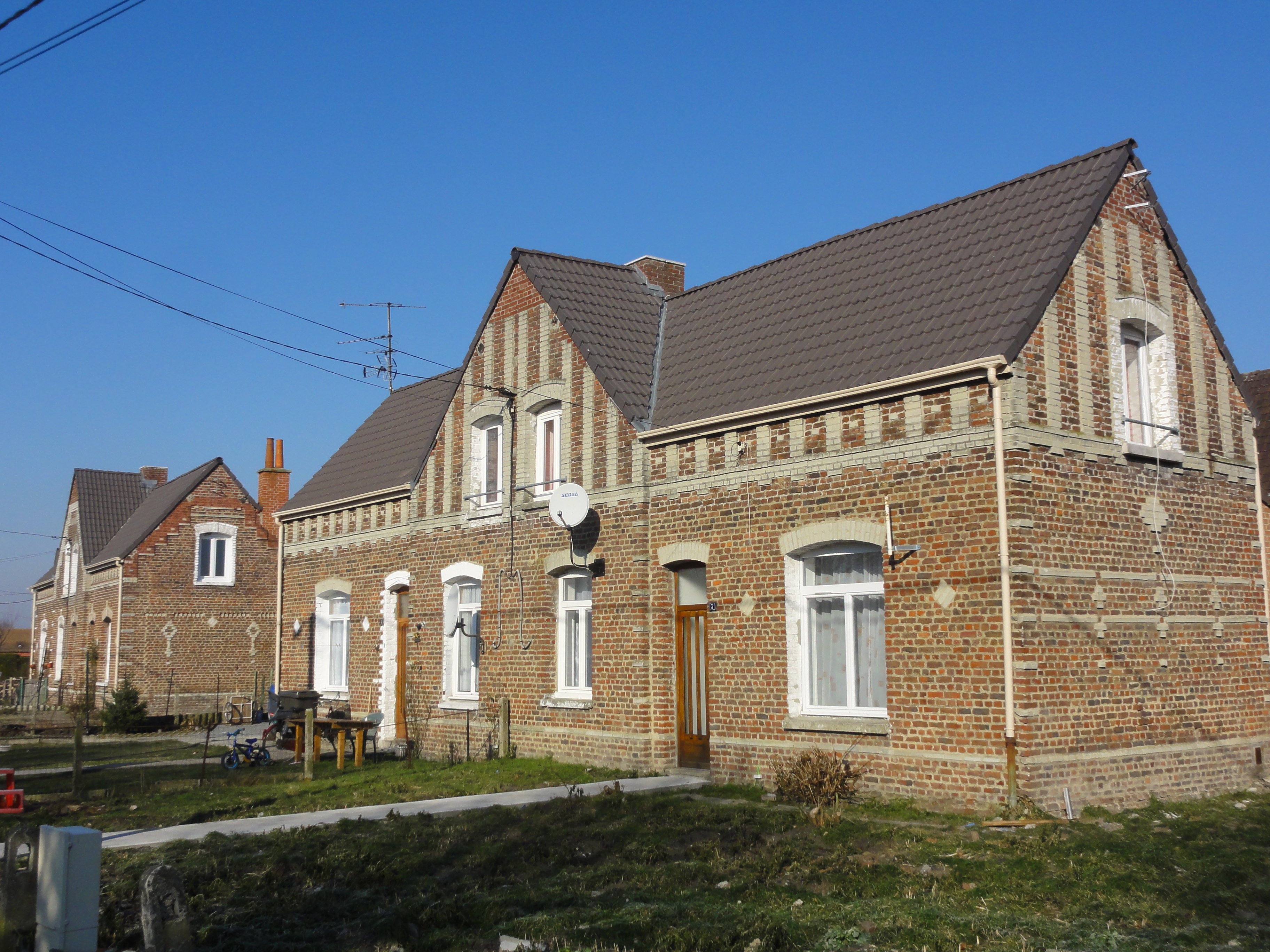
La cité pavillonnaire Lemay.
- La cité pavillonnaire Lemay.
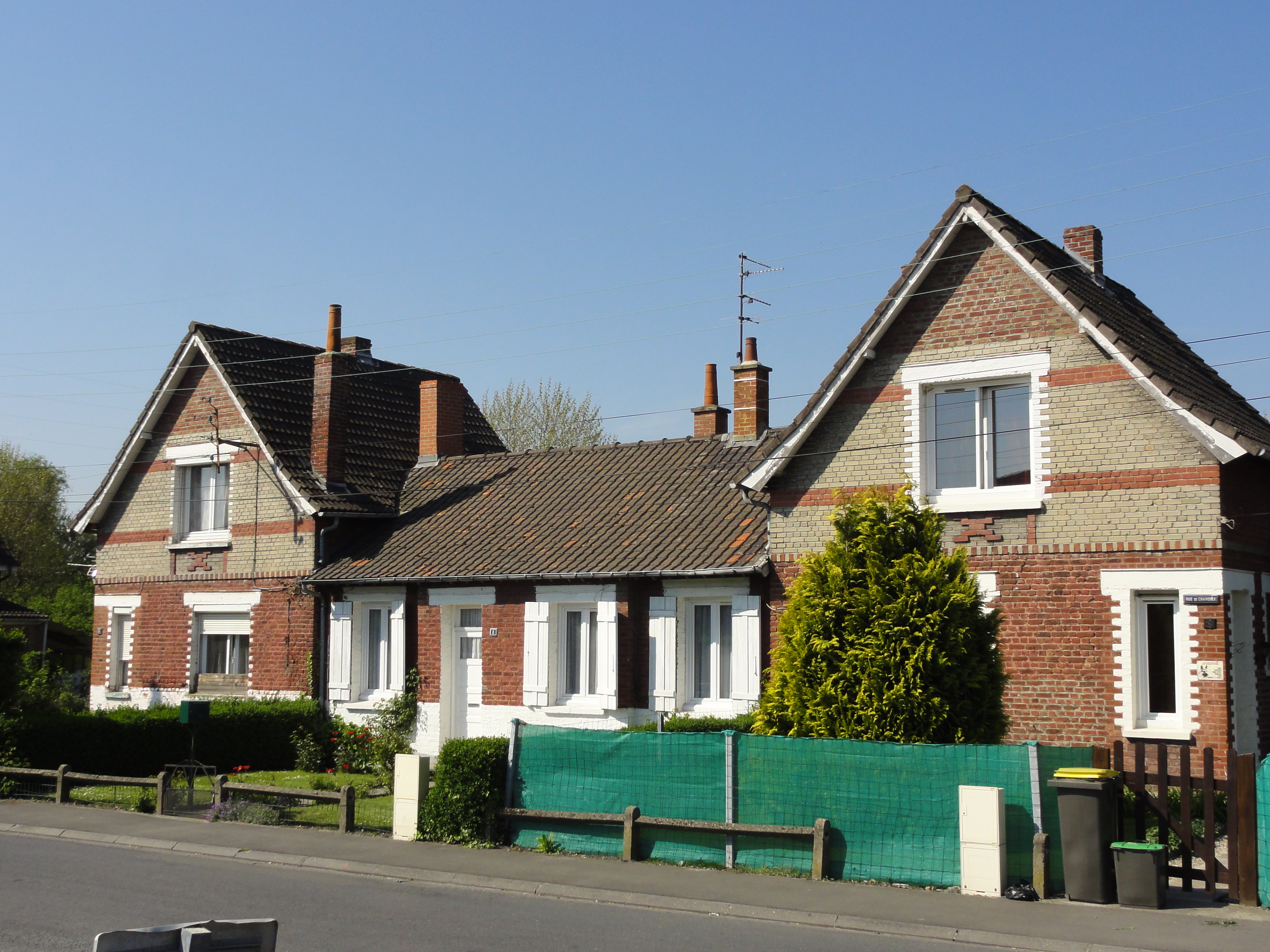
La cité-jardin Sainte-Marie.
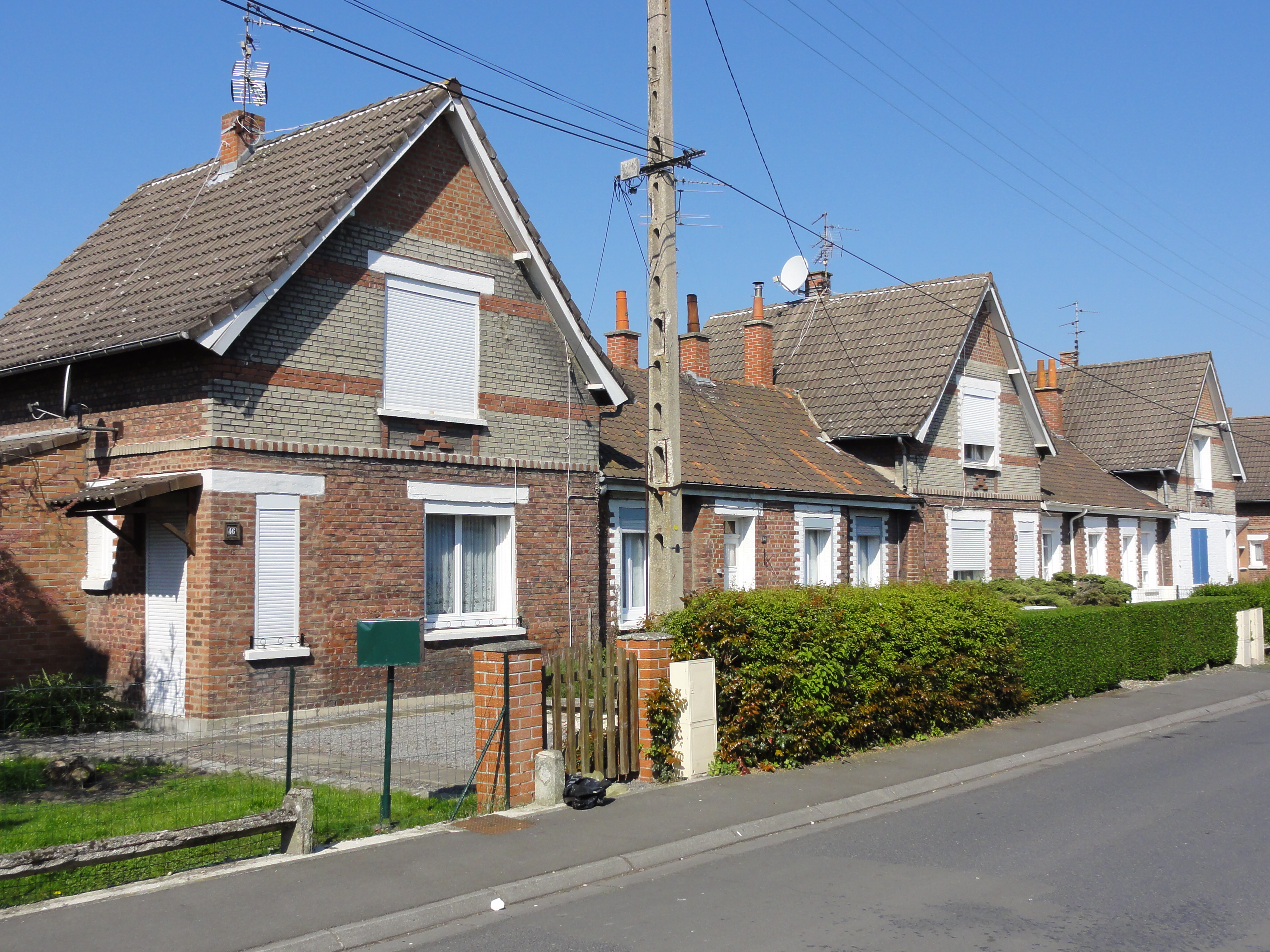
La cité-jardin Sainte-Marie.
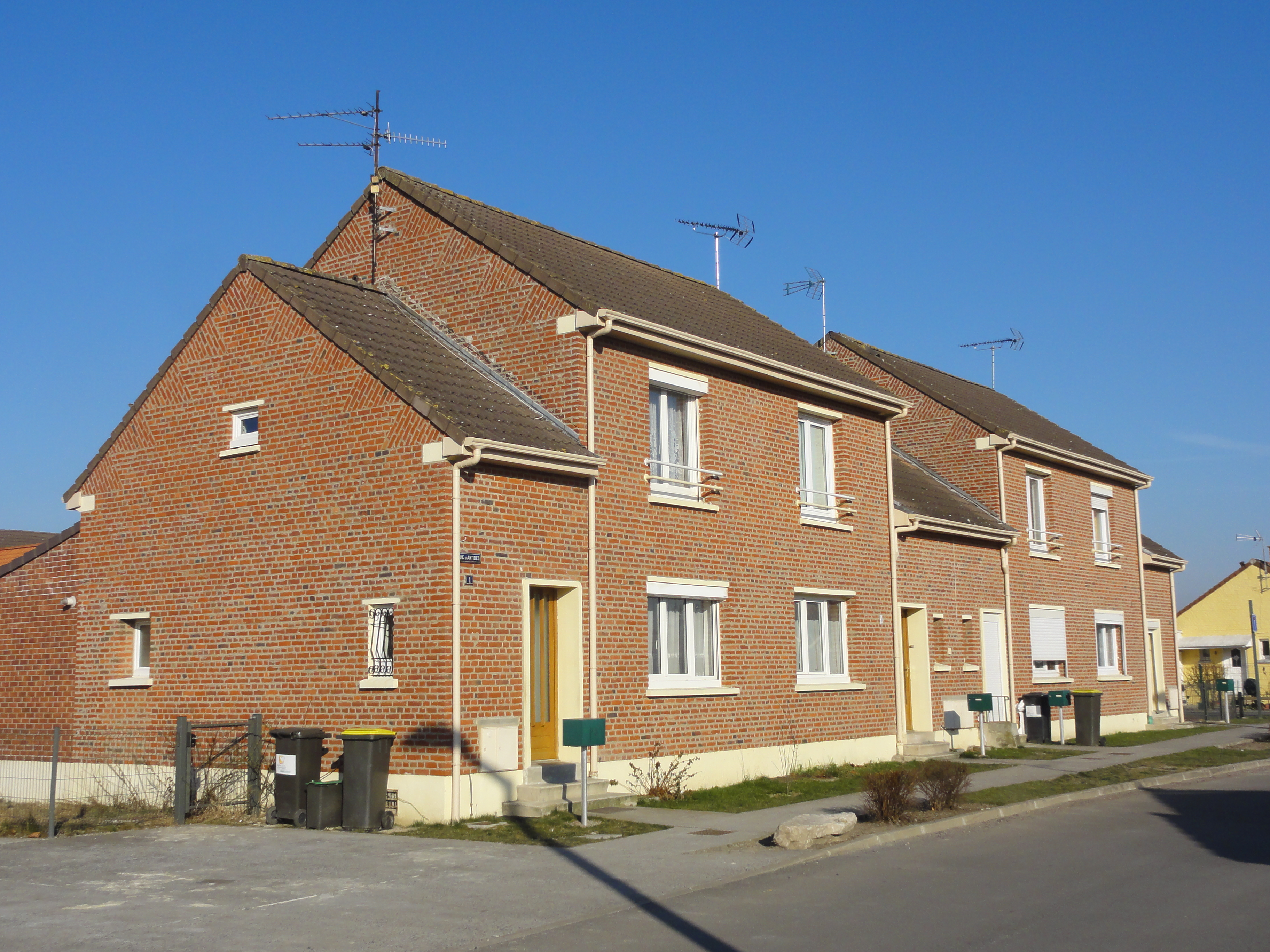
La cité moderne de Pecquencourt.
- La cité moderne de Pecquencourt.

### Siteno29
Le site no 29 est constitué des terrils nos 143 et 143A, Germinies Sud et Germinies Nord, issus de l'exploitation de la fosse Barrois des mines d'Aniche, et de ses fosses concentrées. Ils sont respectivement situés à Pecquencourt et Lallaing, et à Flines-lez-Raches et Marchiennes.

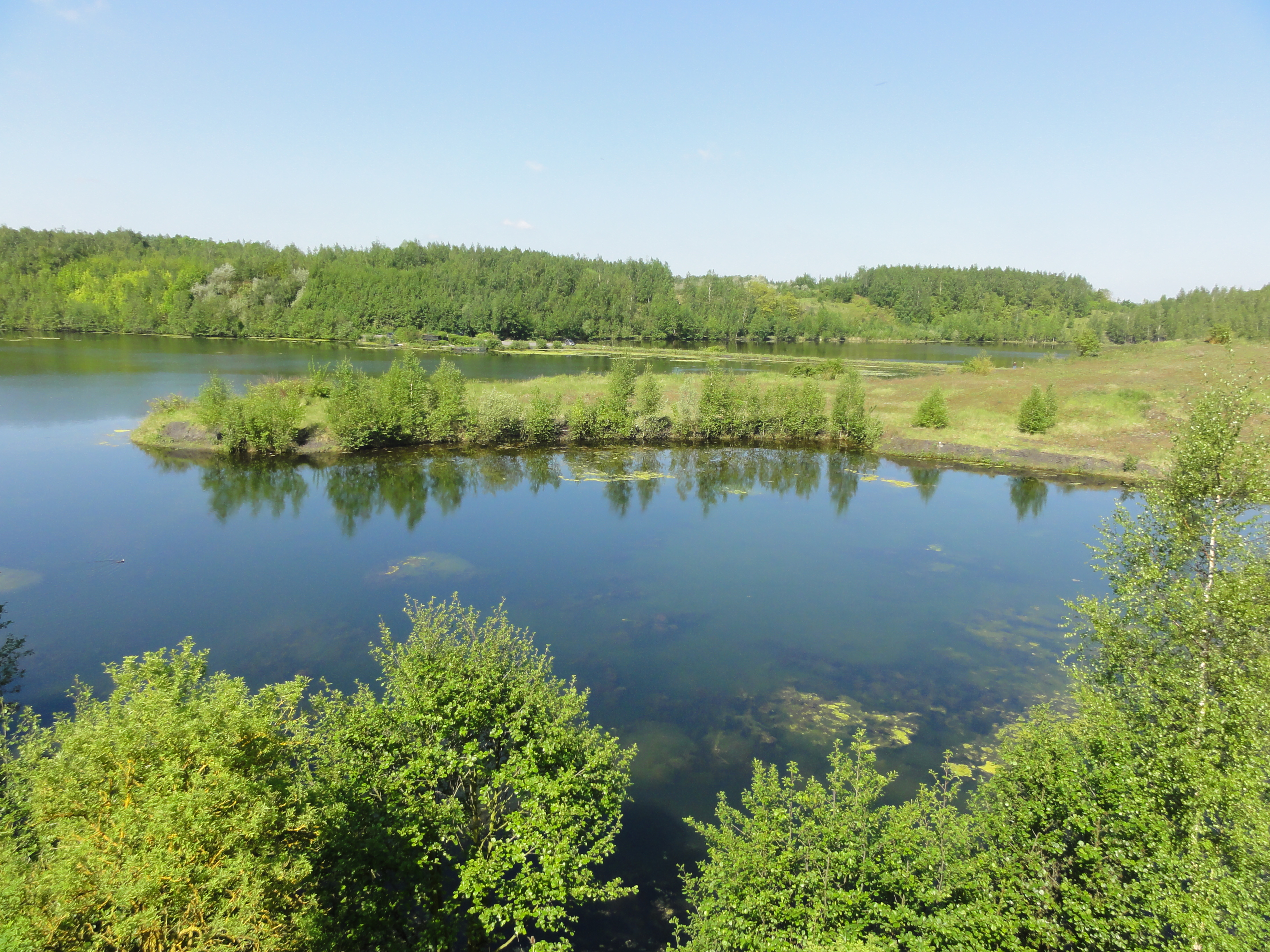
Le terril no 143.
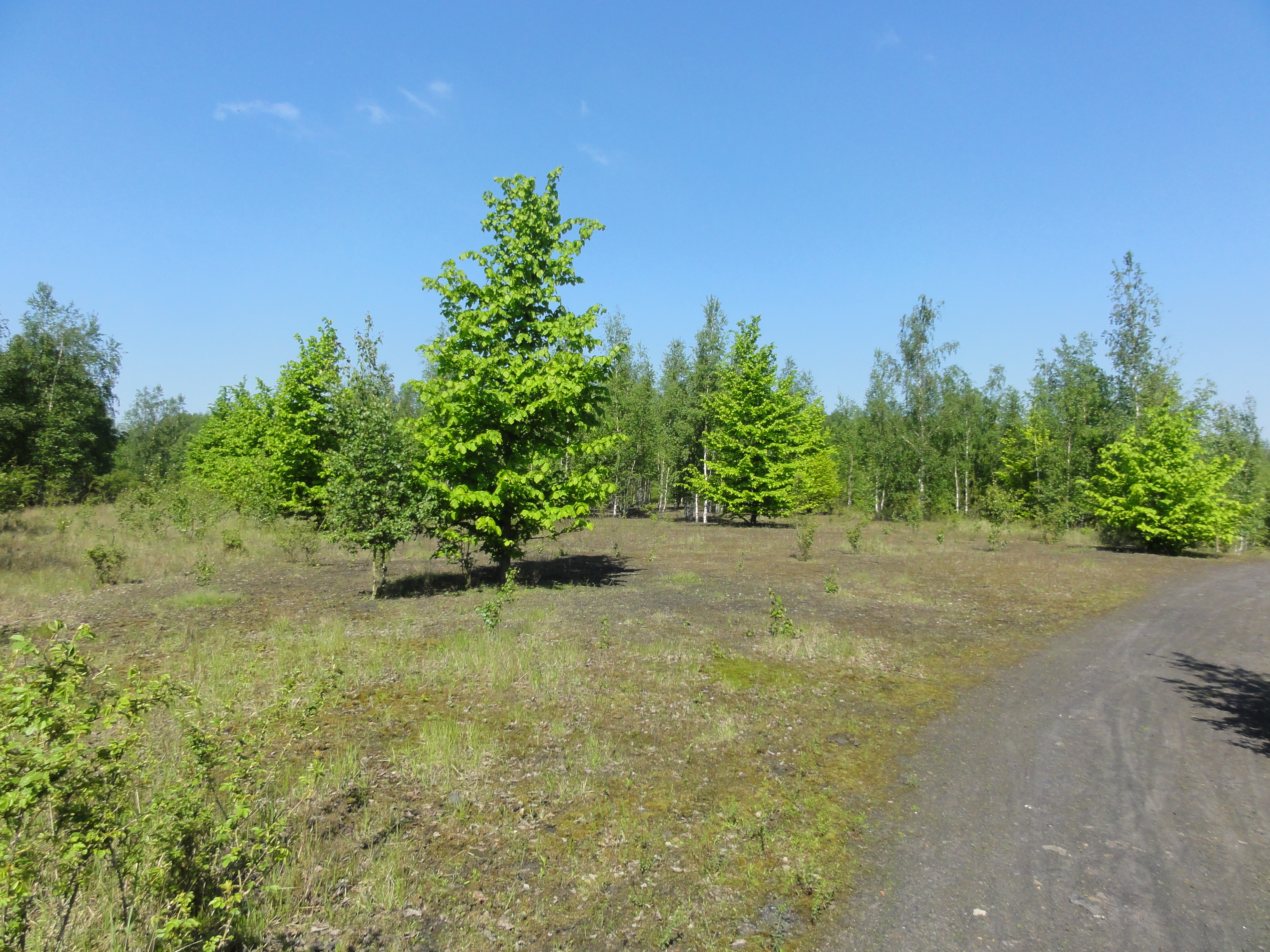
Le terril no 143.
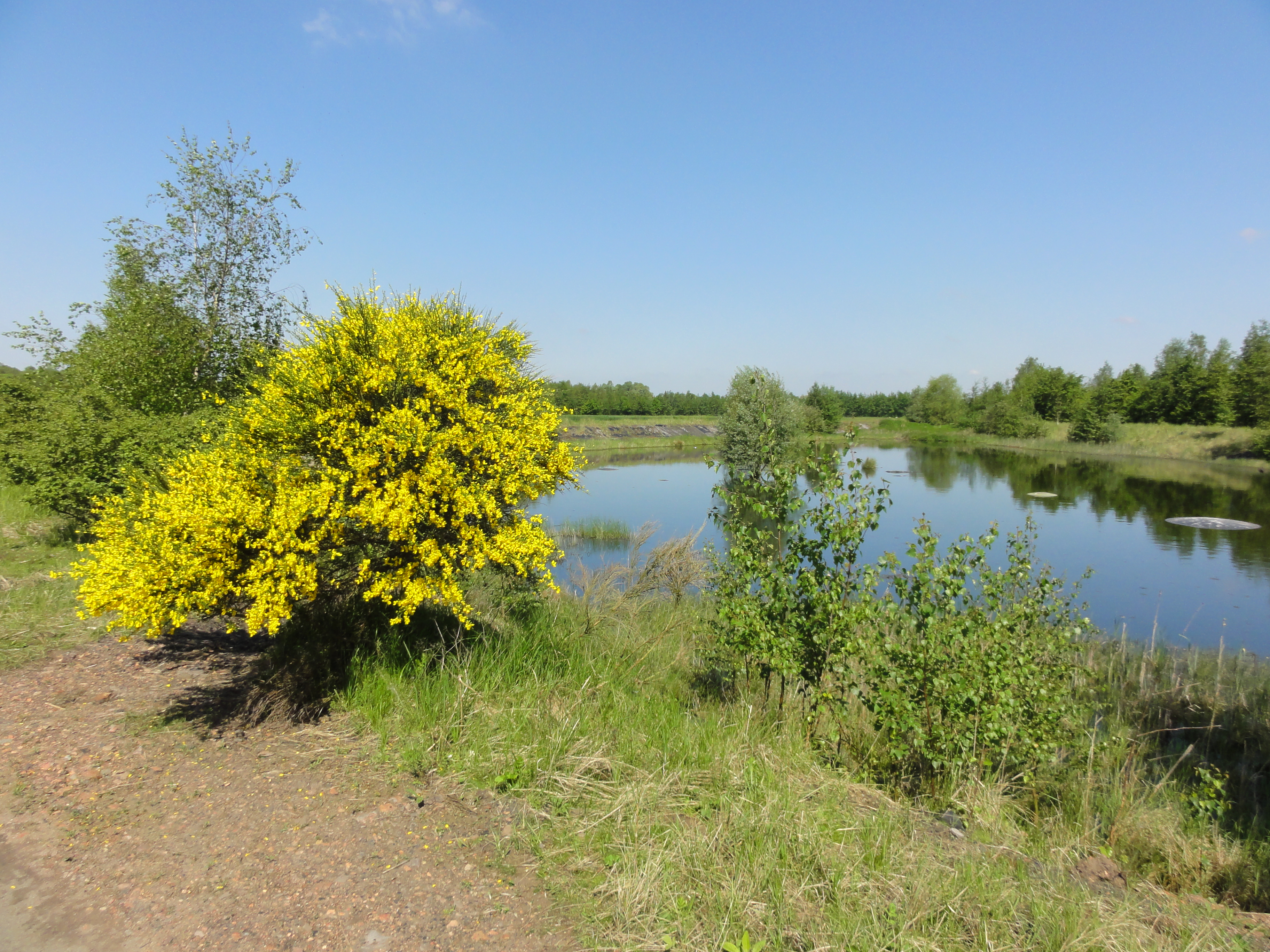
Le terril no 143.
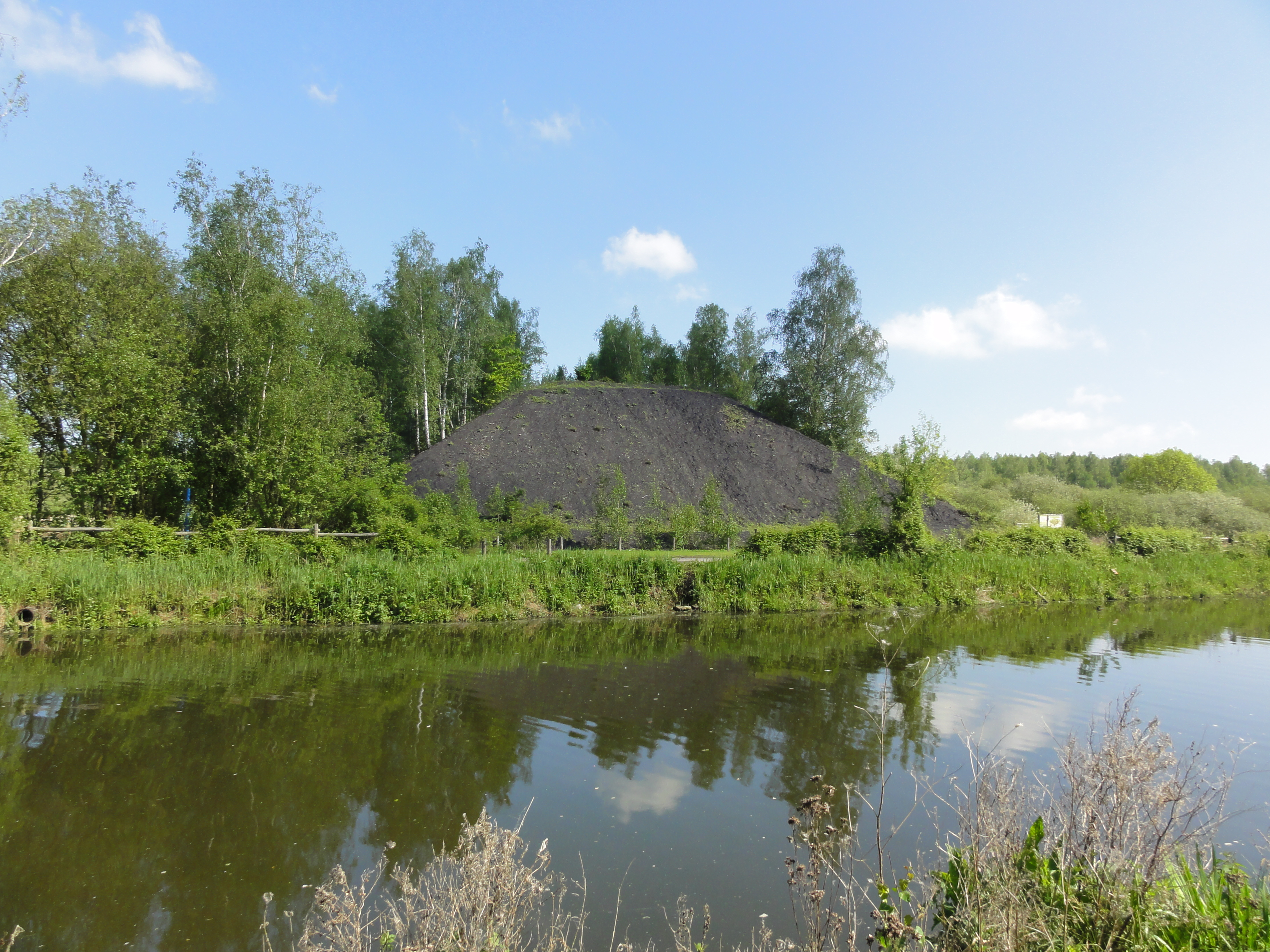
Le terril no 143A.
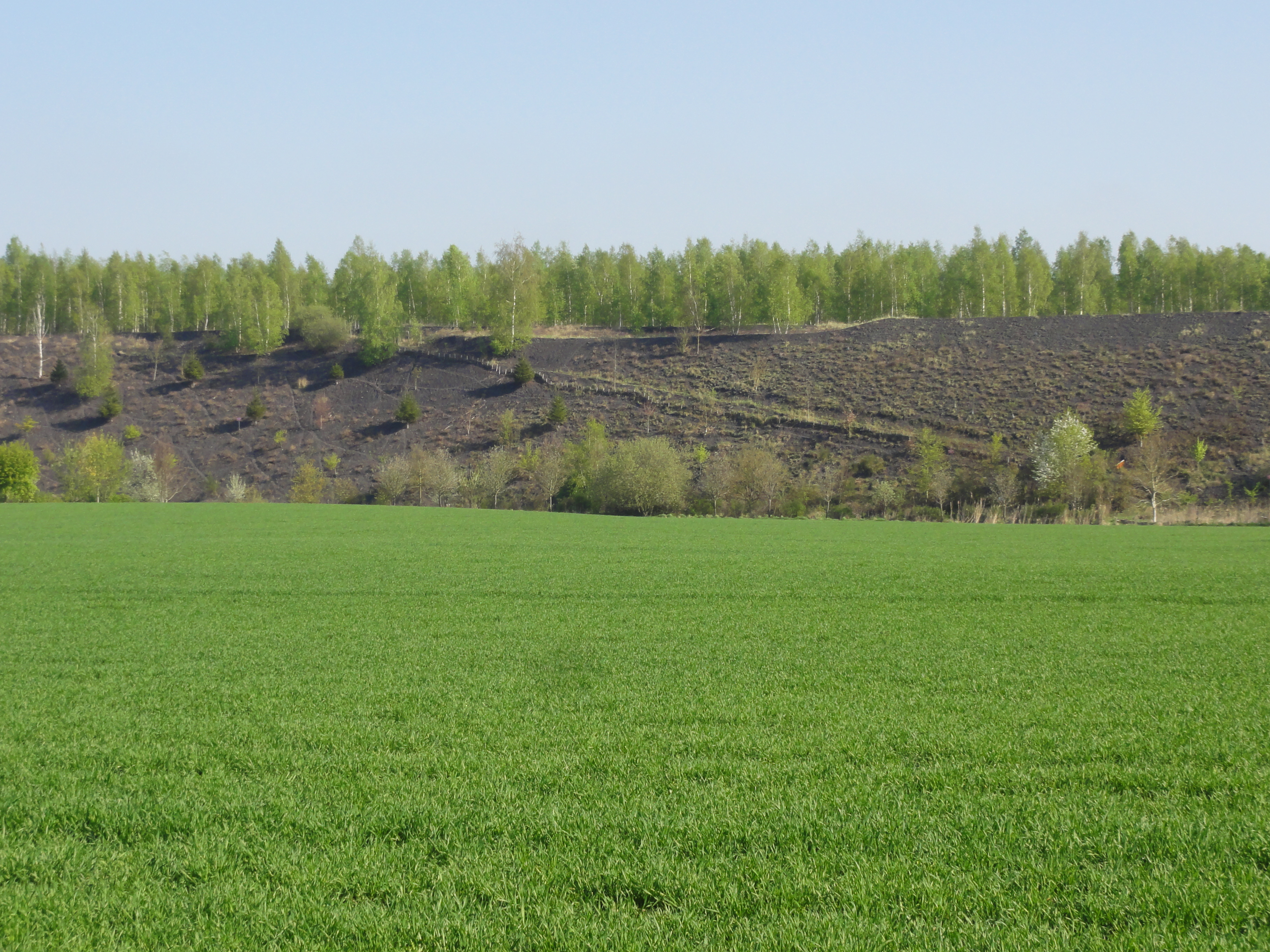
Le terril no 143A.
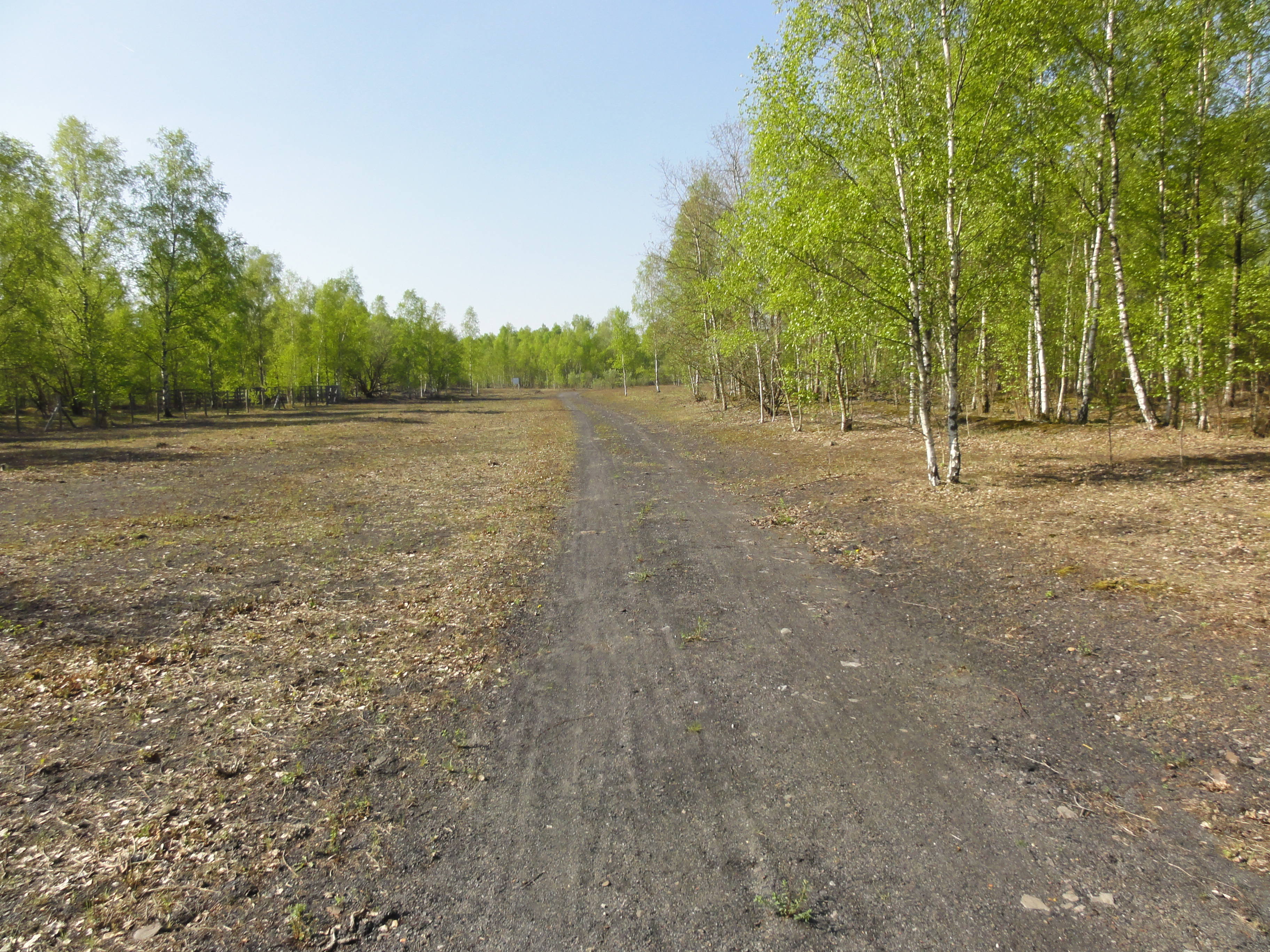
Le terril no 143A.

### Siteno30
Le site no 30 est constitué par la cité-jardin Barrois à Pecquencourt, il s'agit d'une des cités de la fosse Barrois.

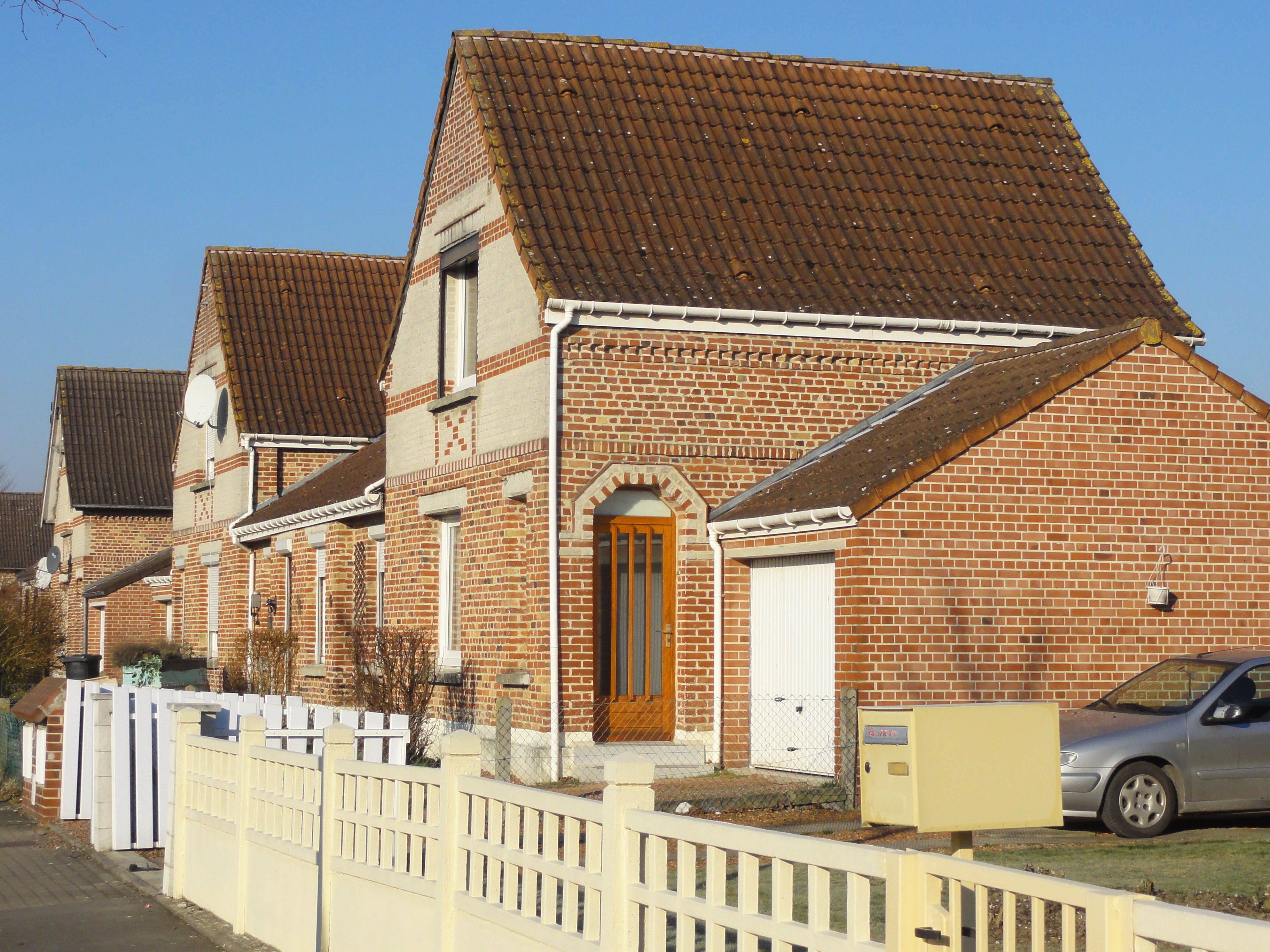
Des habitations groupées par trois.
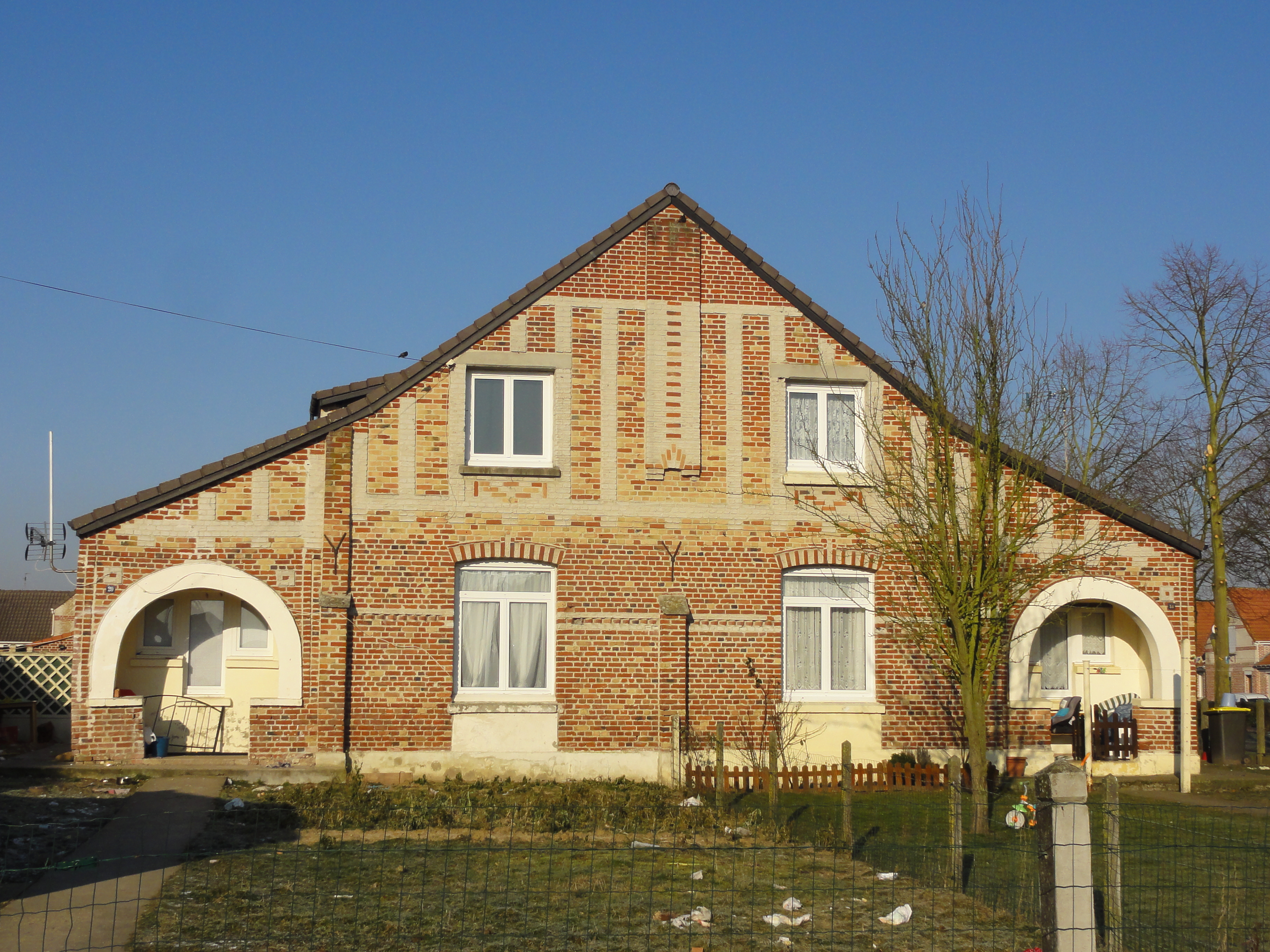
Des habitations groupées par quatre.
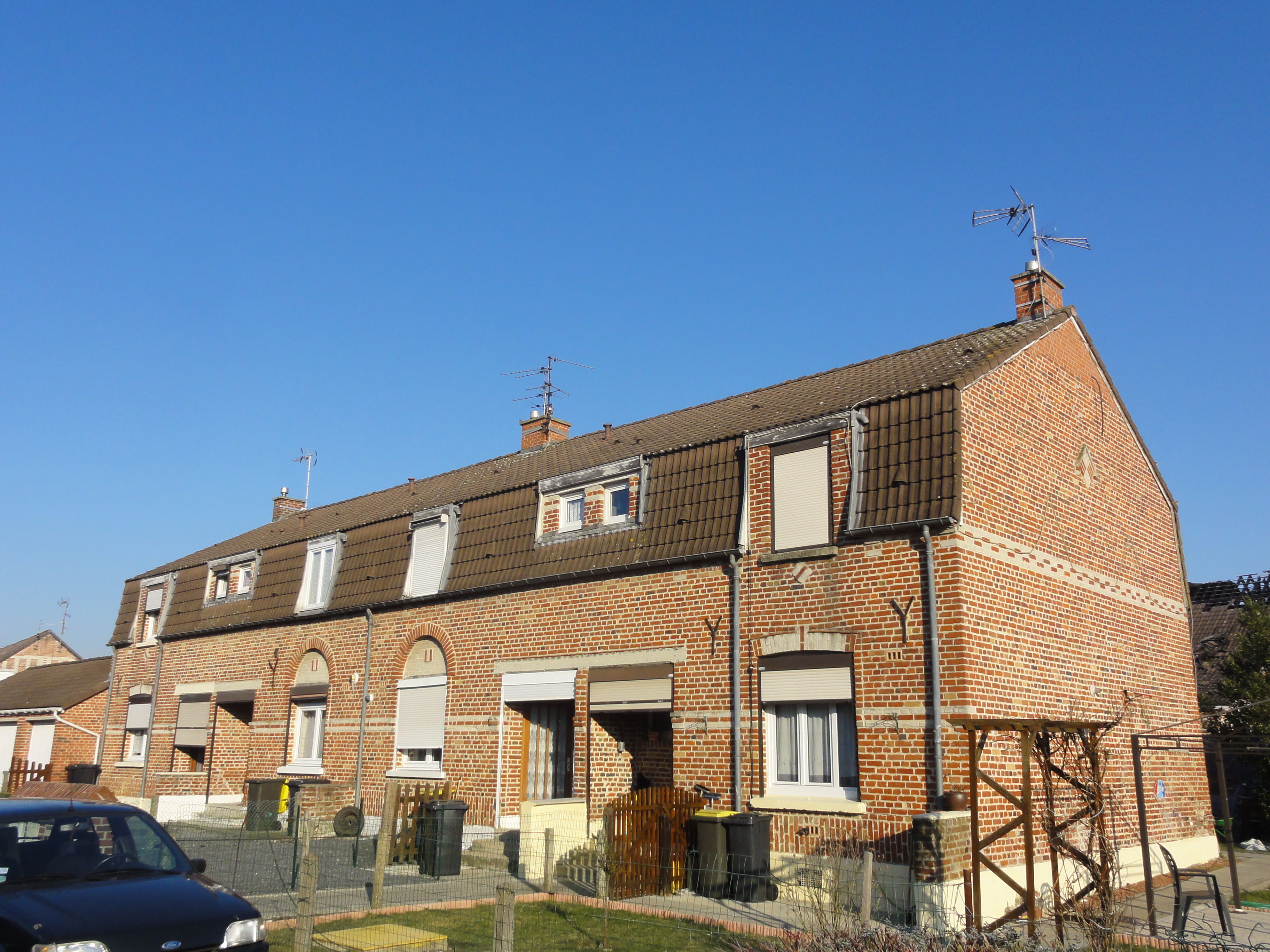
Un coron de quatre habitations.
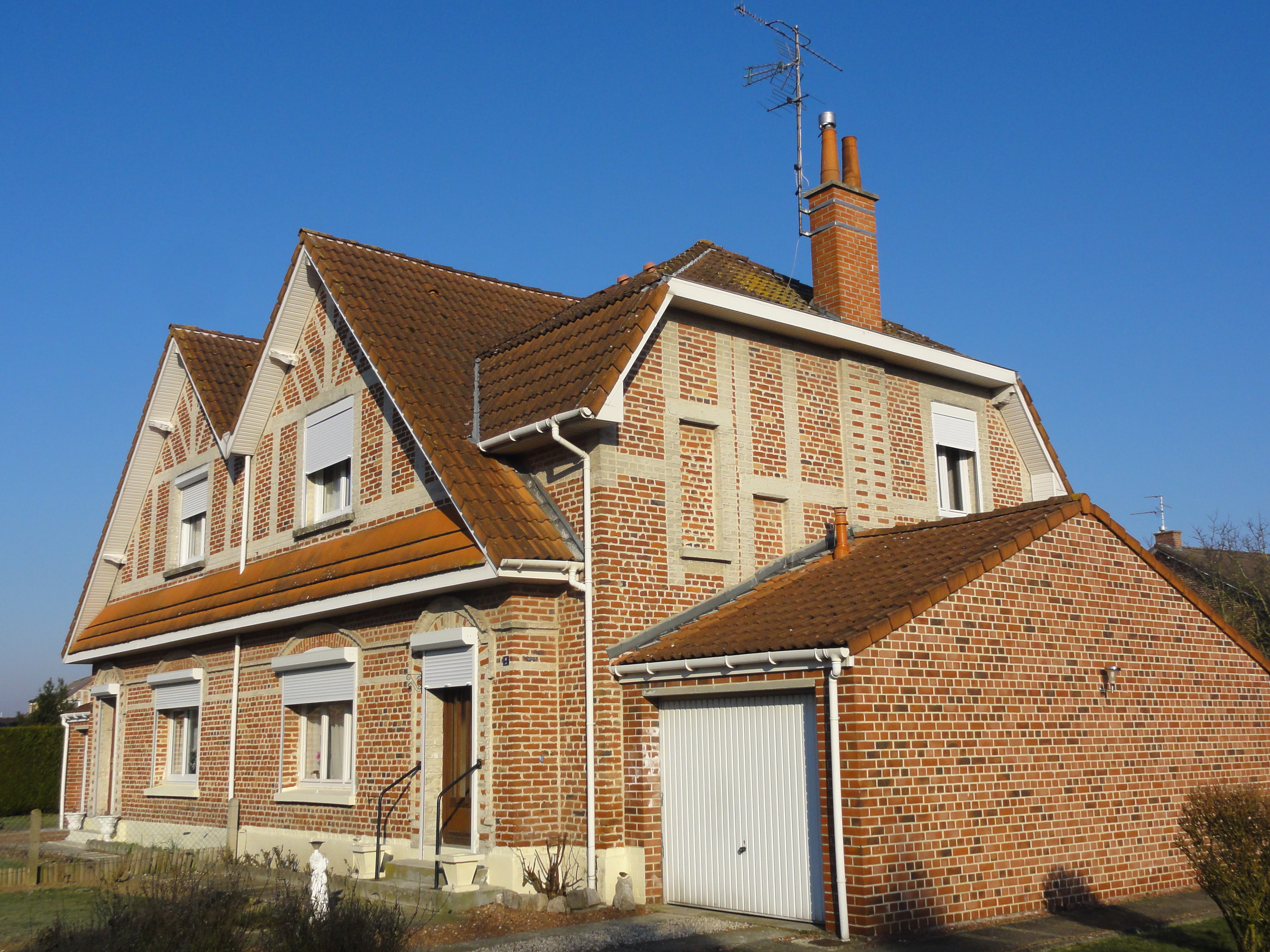
Des habitations groupées par deux.
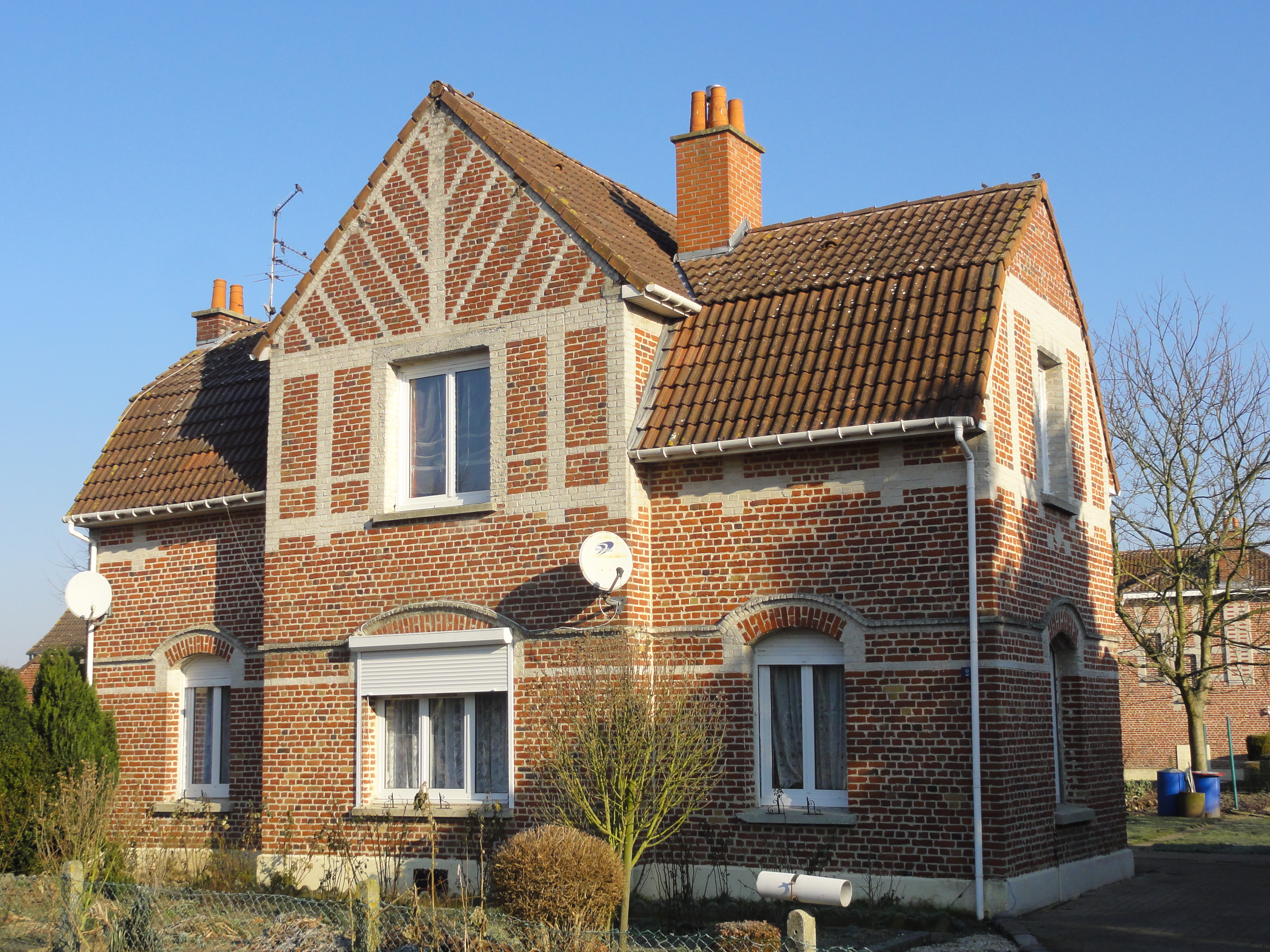
Une habitation individuelle.
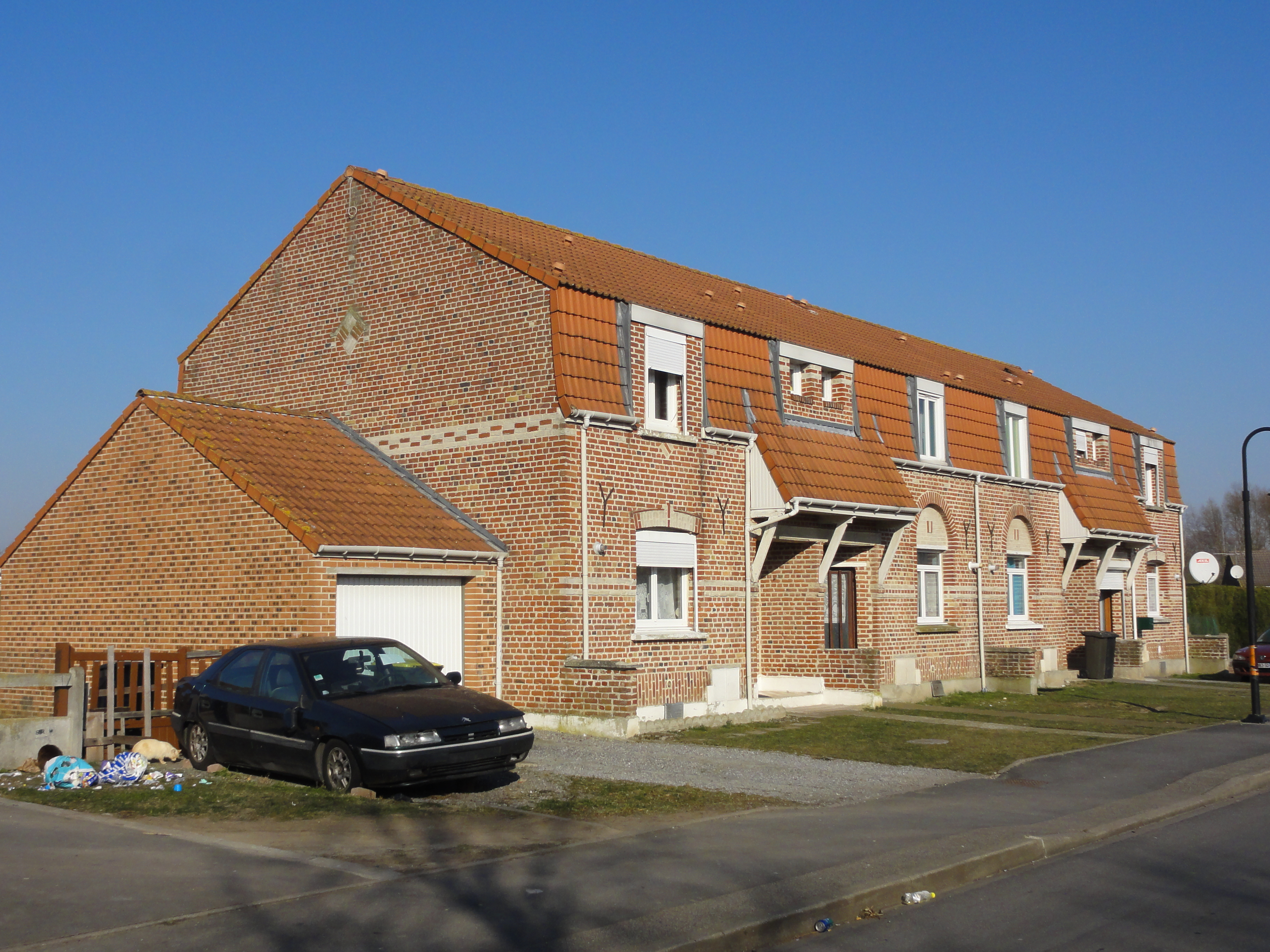
Un coron de quatre habitations.

### Siteno31
Le site no 31 est composé de la cité-jardin de Montigny, de ses écoles, de son église Saint-Charles, du dispensaire de la Société de Secours Minière, du château Lambrecht, et de la cité-jardin du Moucheron. Ces éléments résultent de la fosse Barrois, et sont situés à Montigny-en-Ostrevent.

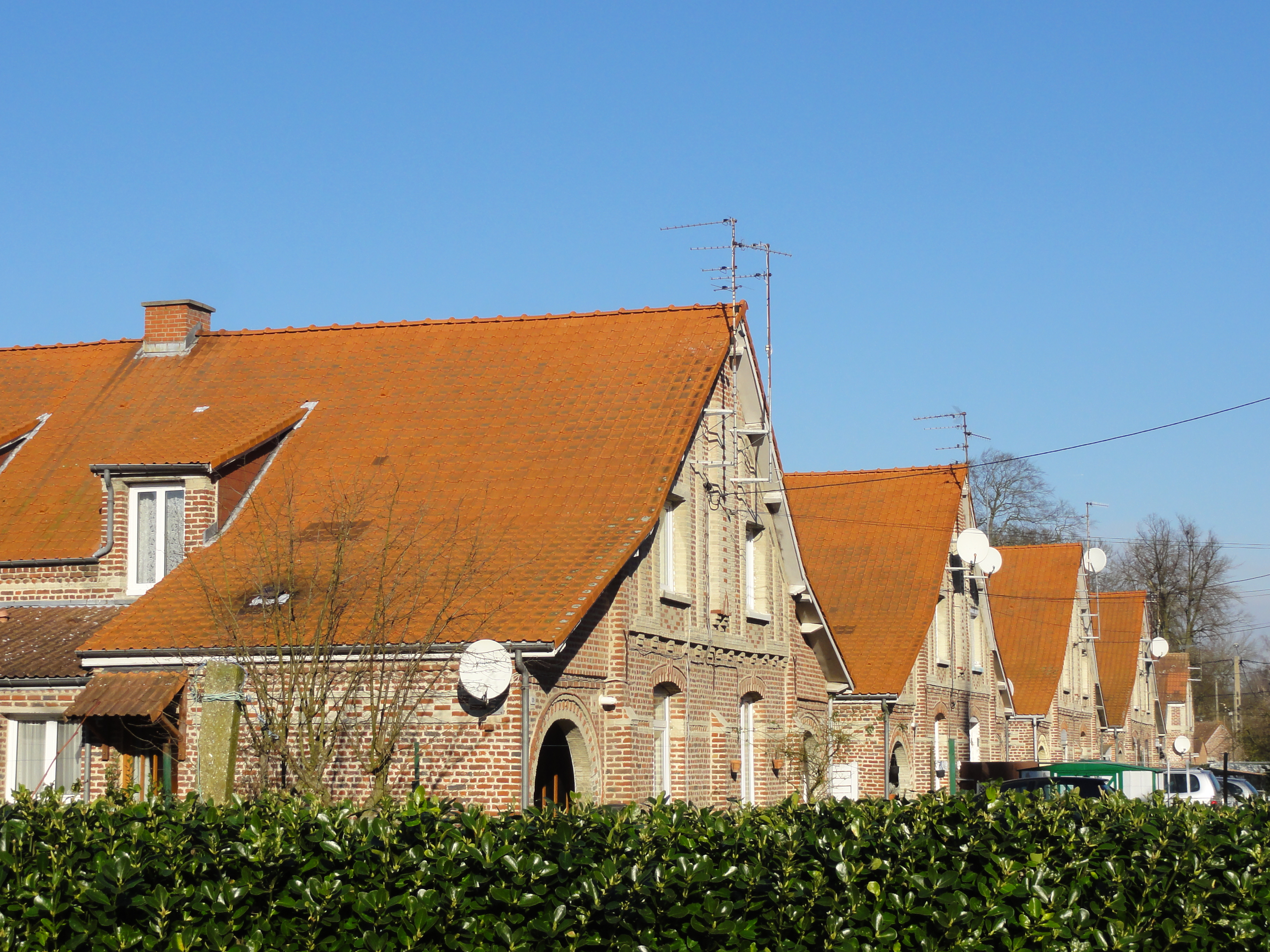
Des habitations groupées par quatre.
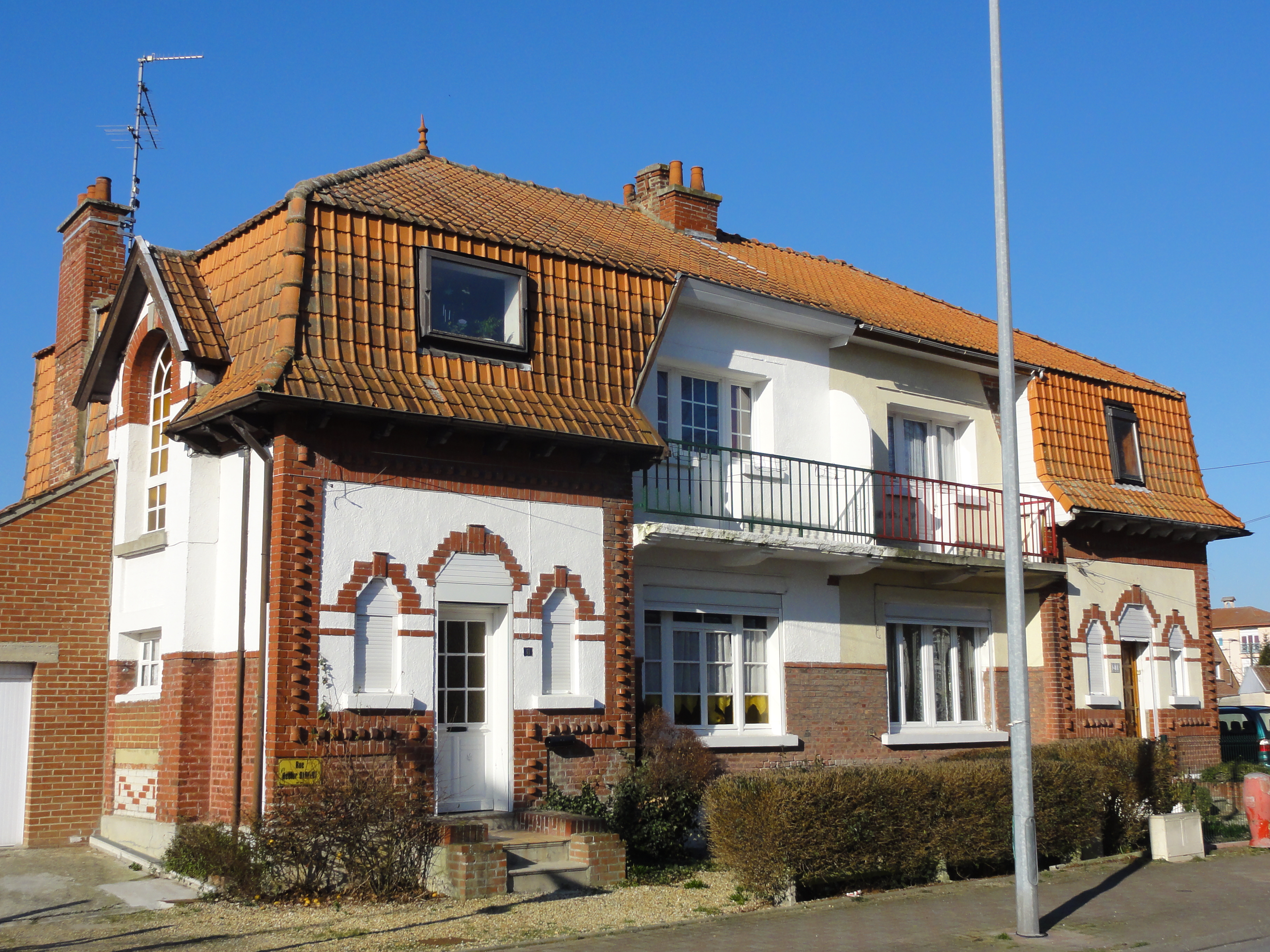
Des habitations groupées par deux.
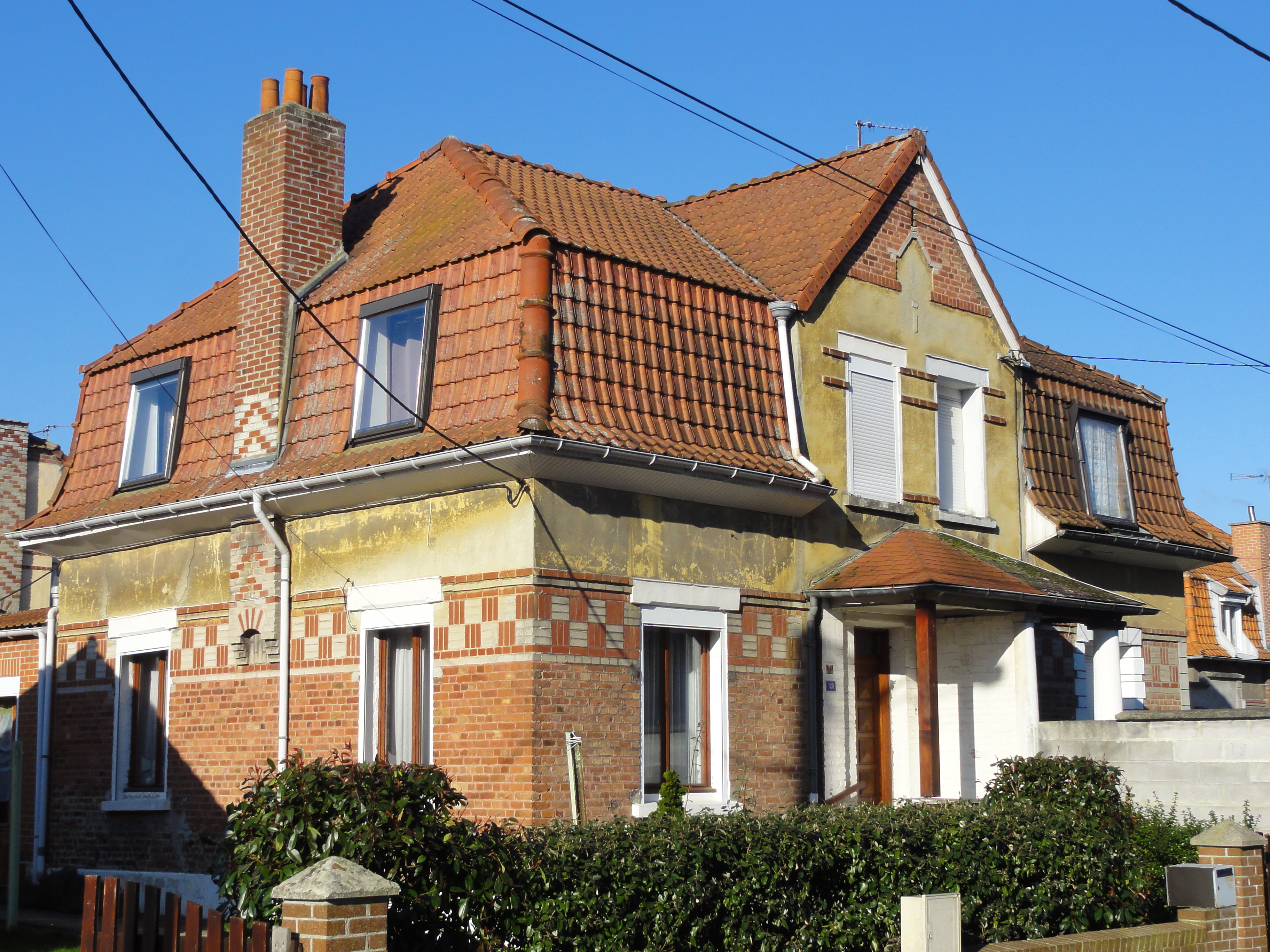
Des habitations groupées par deux.
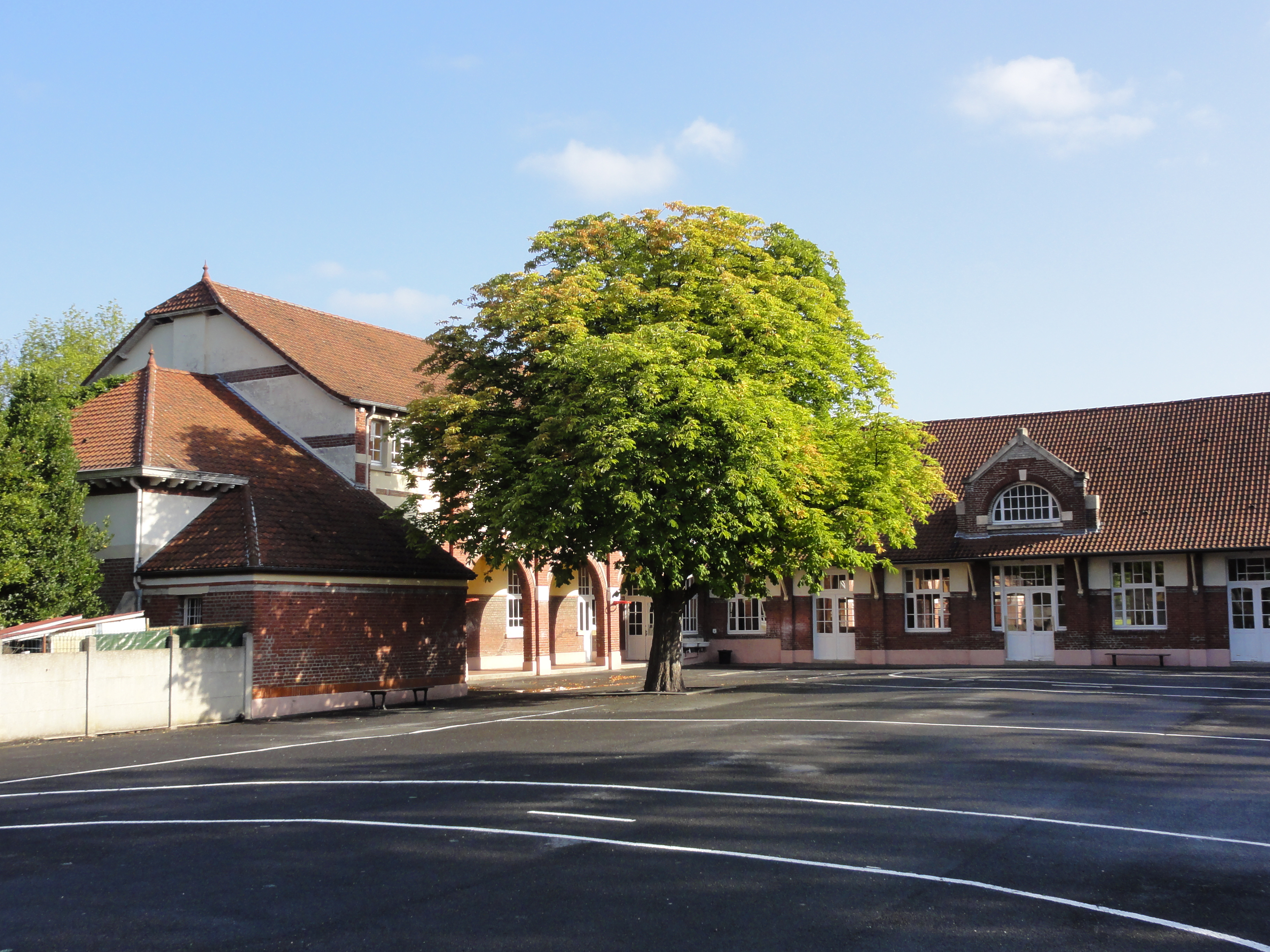
Les écoles.
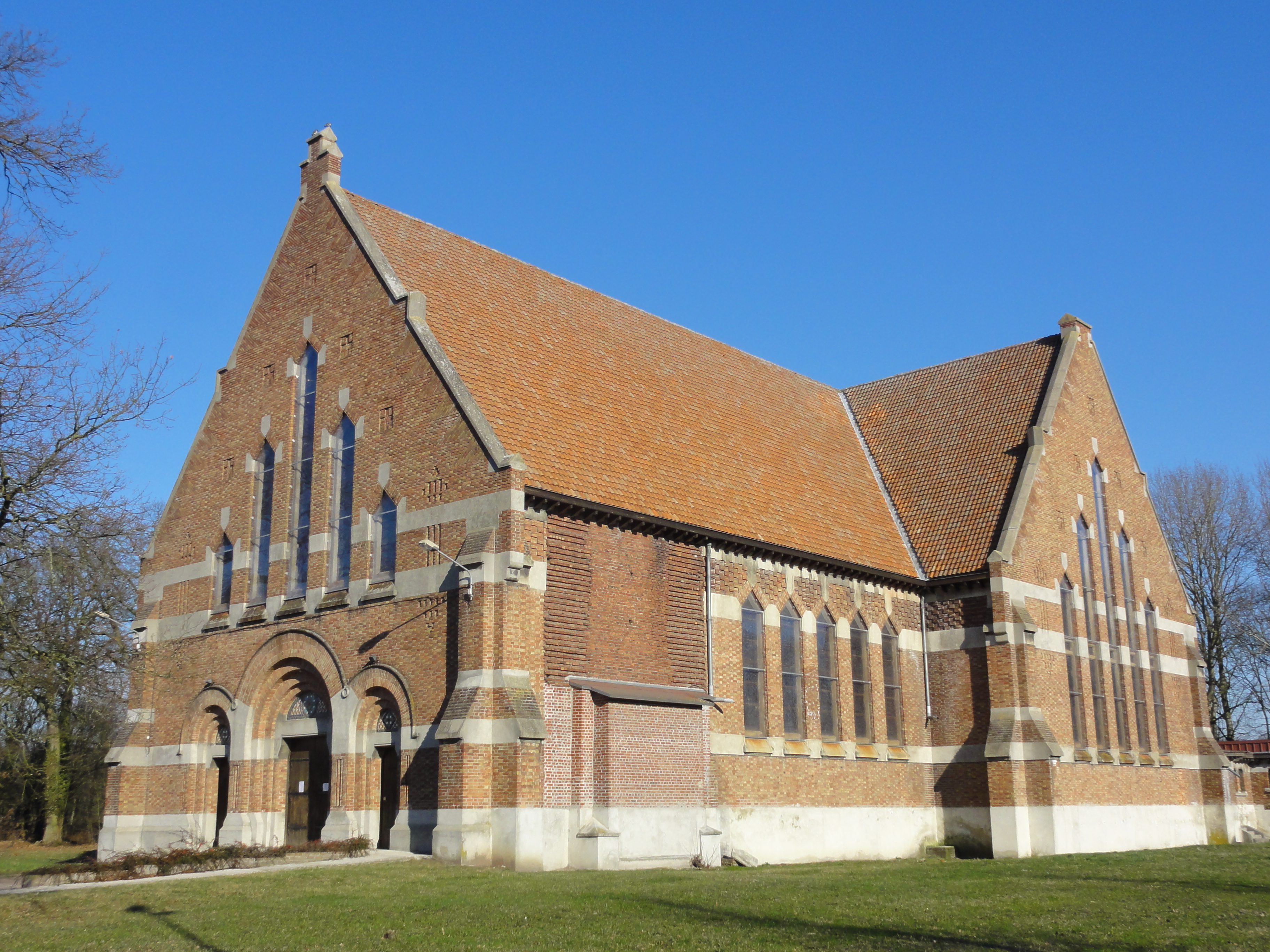
L'église Saint-Charles.
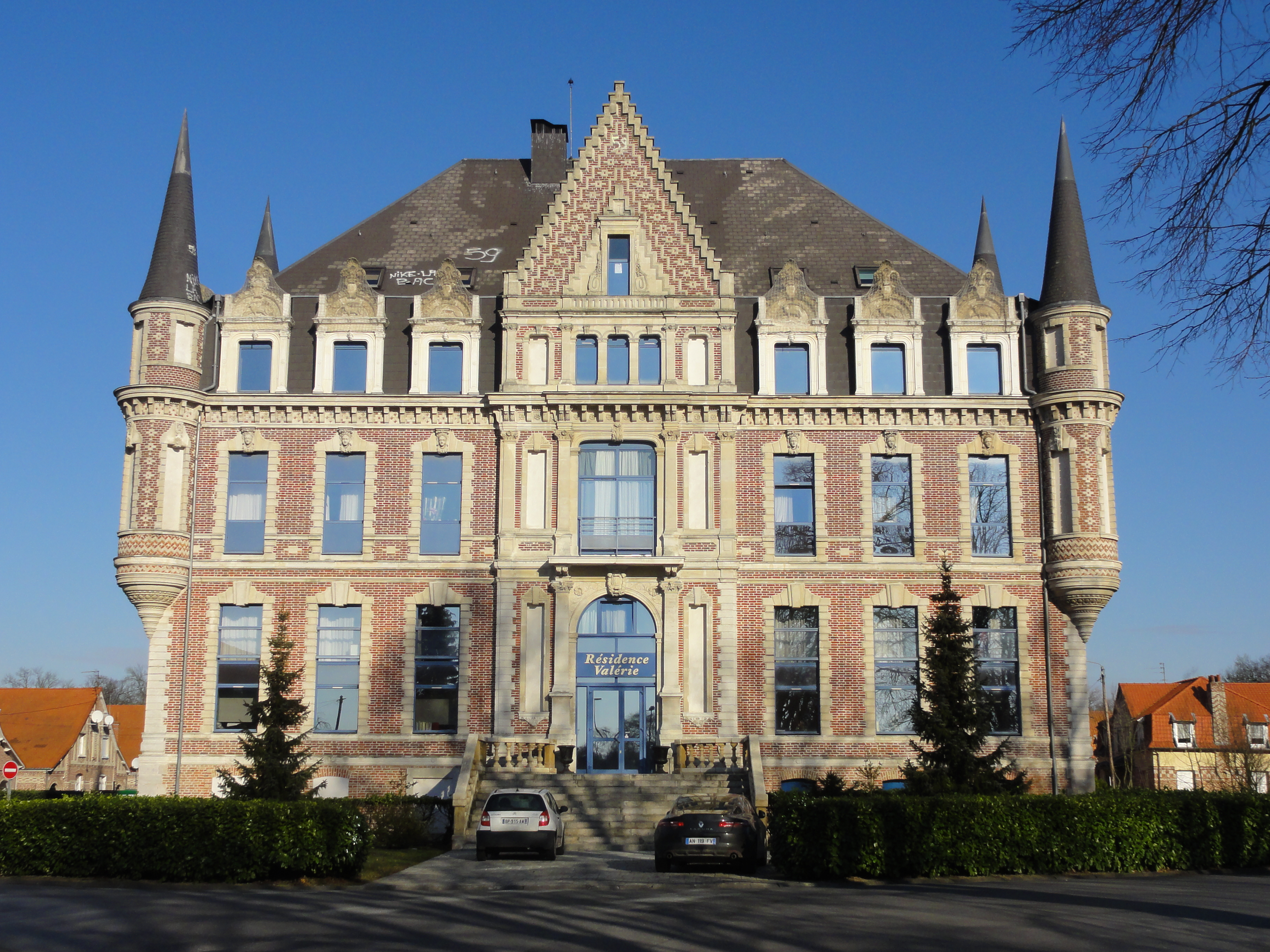
Le château Lambrecht.

### Siteno32
Google Maps
Le site no 32 est formé par la fosse no 2 des mines de Flines puis d'Aniche à Anhiers.

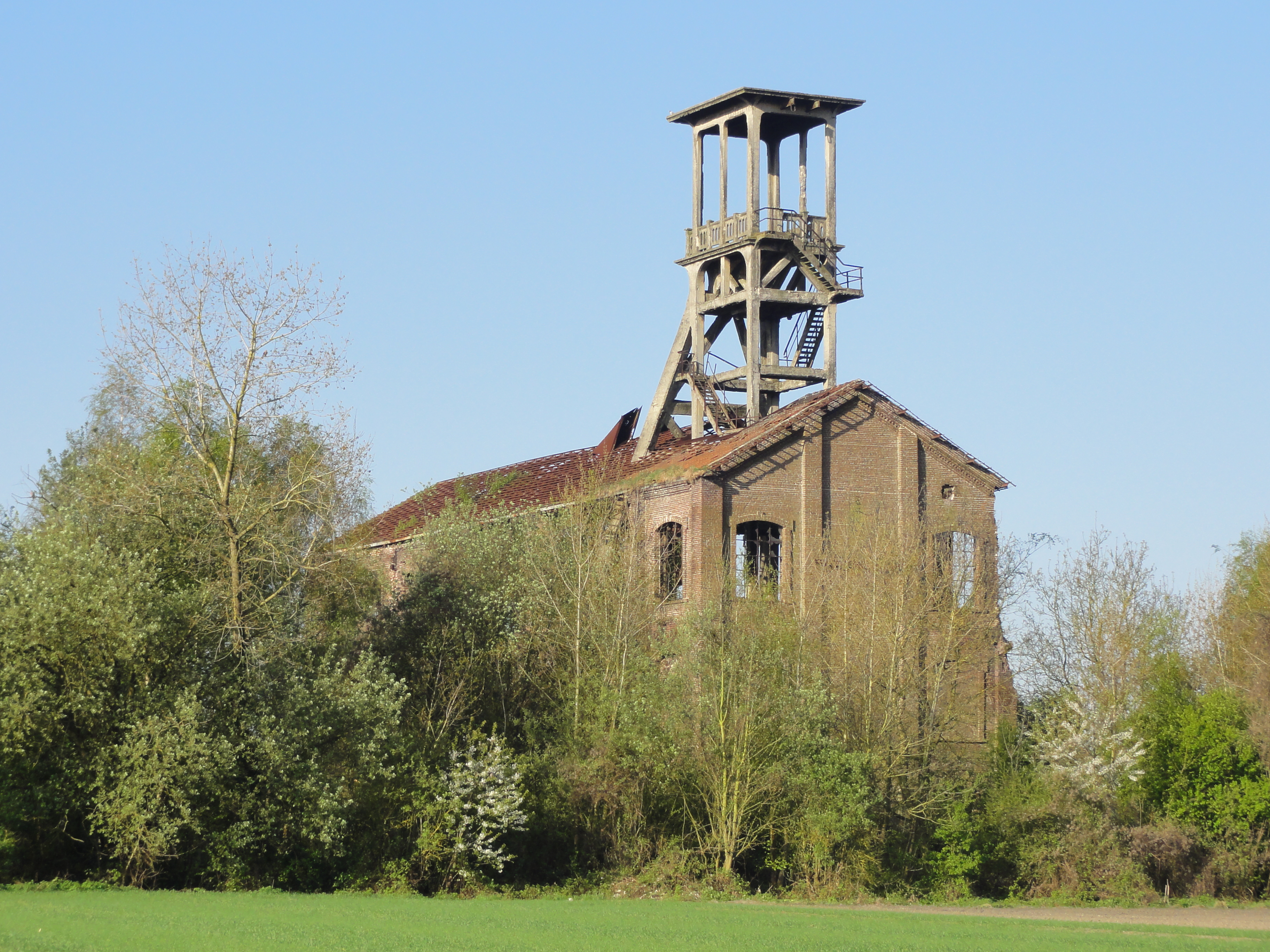
La fosse no 2 des mines de Flines.
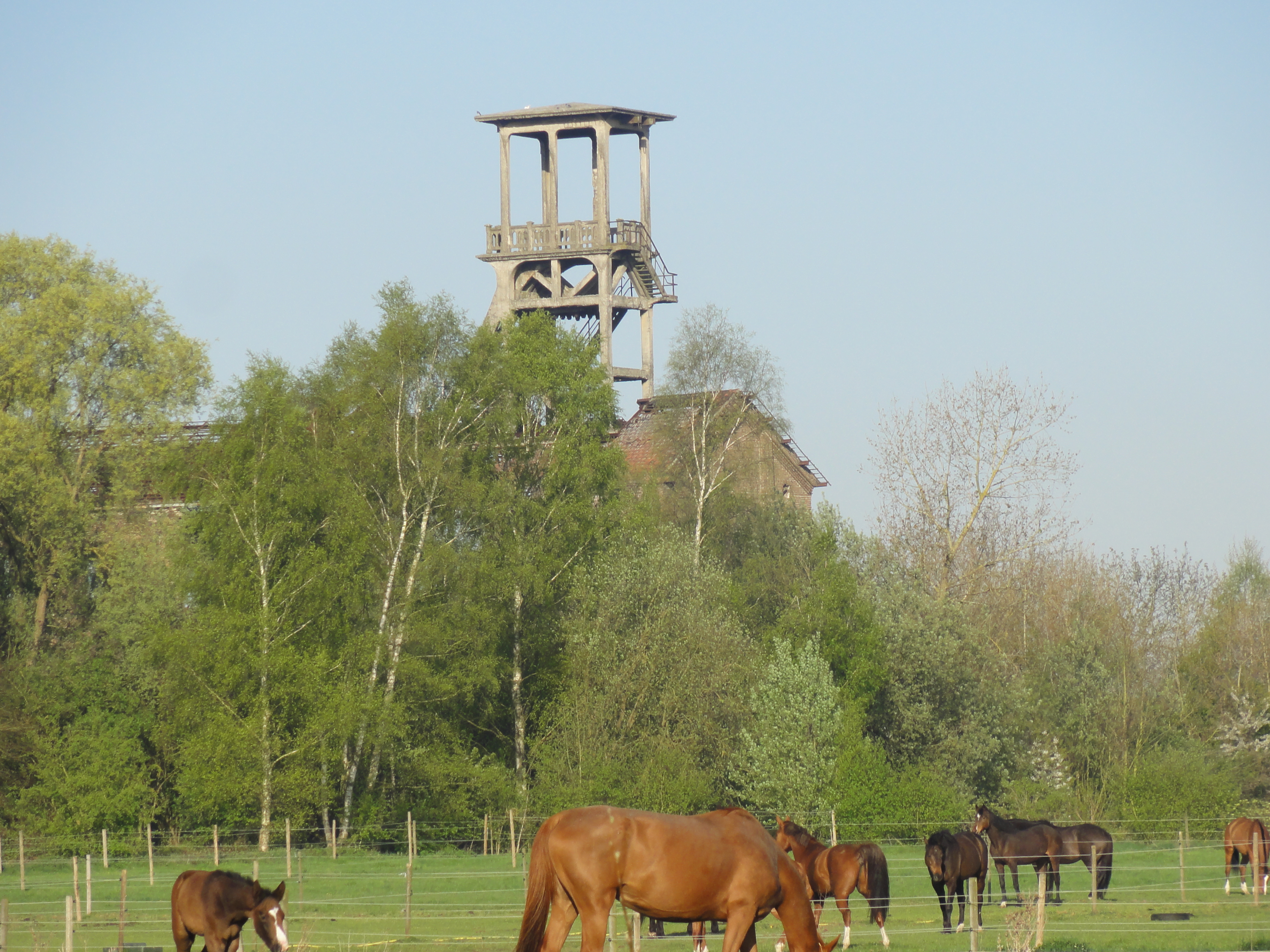
La fosse no 2 des mines de Flines.
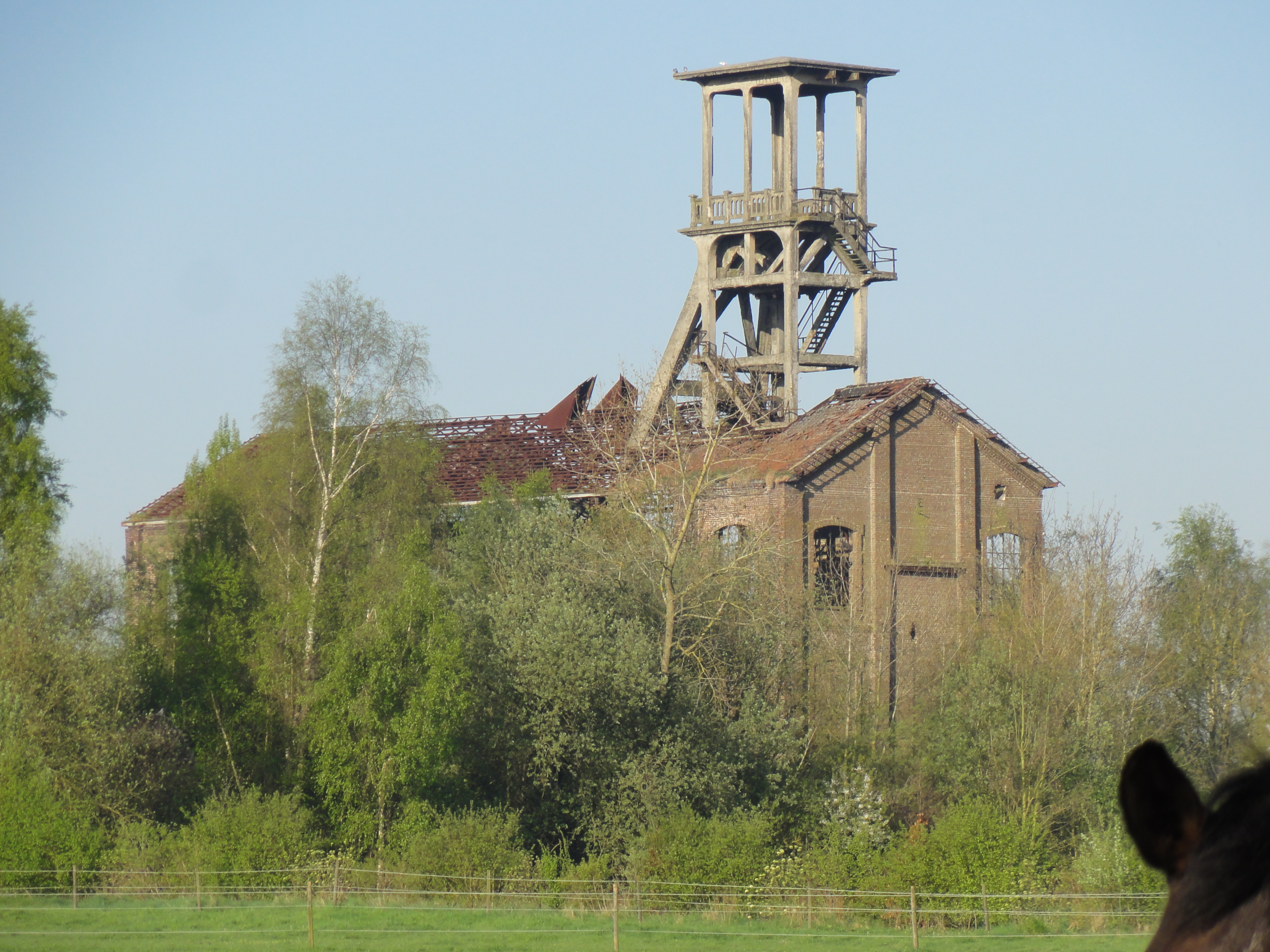
La fosse no 2 des mines de Flines.
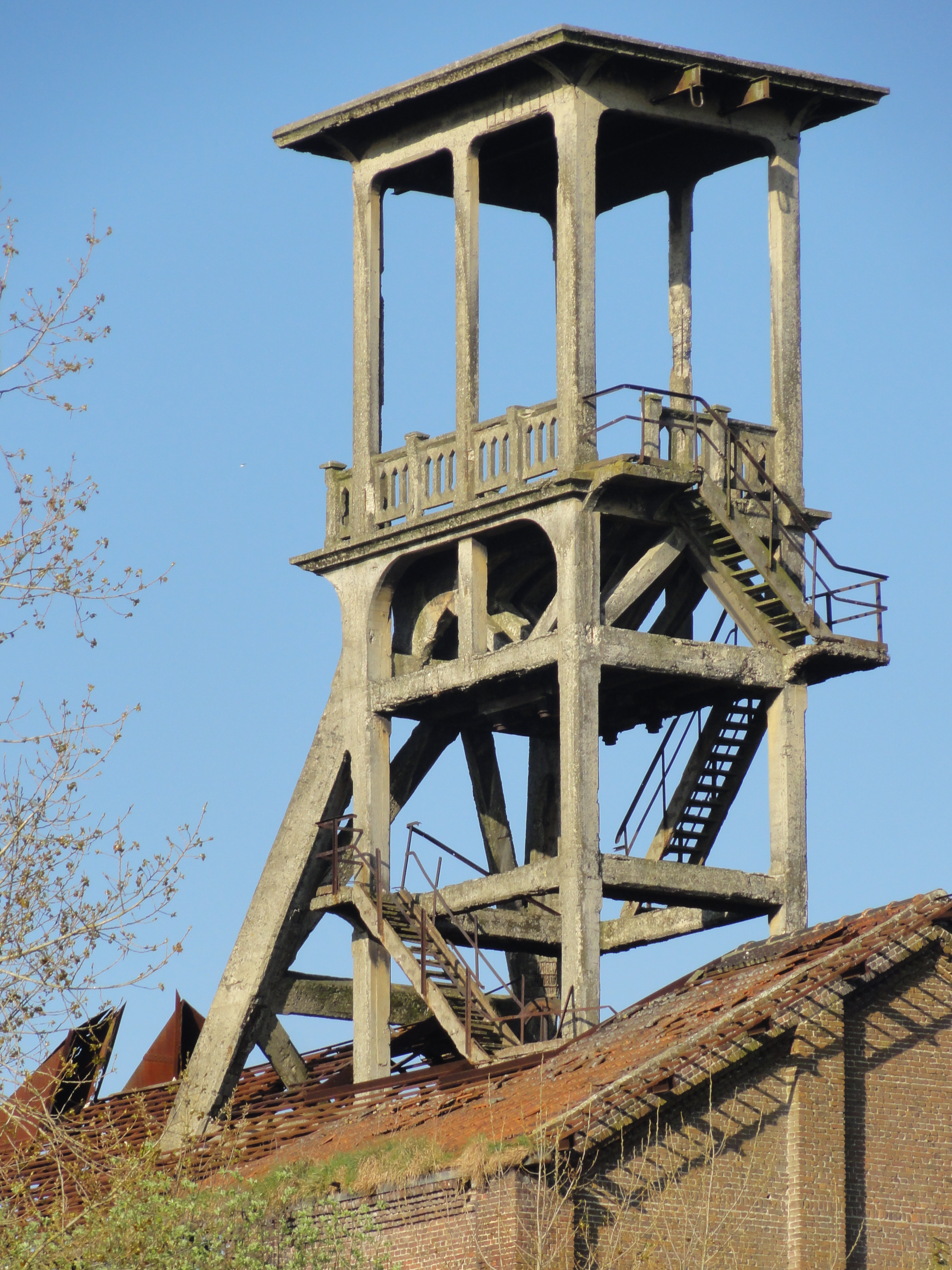
La fosse no 2 des mines de Flines.
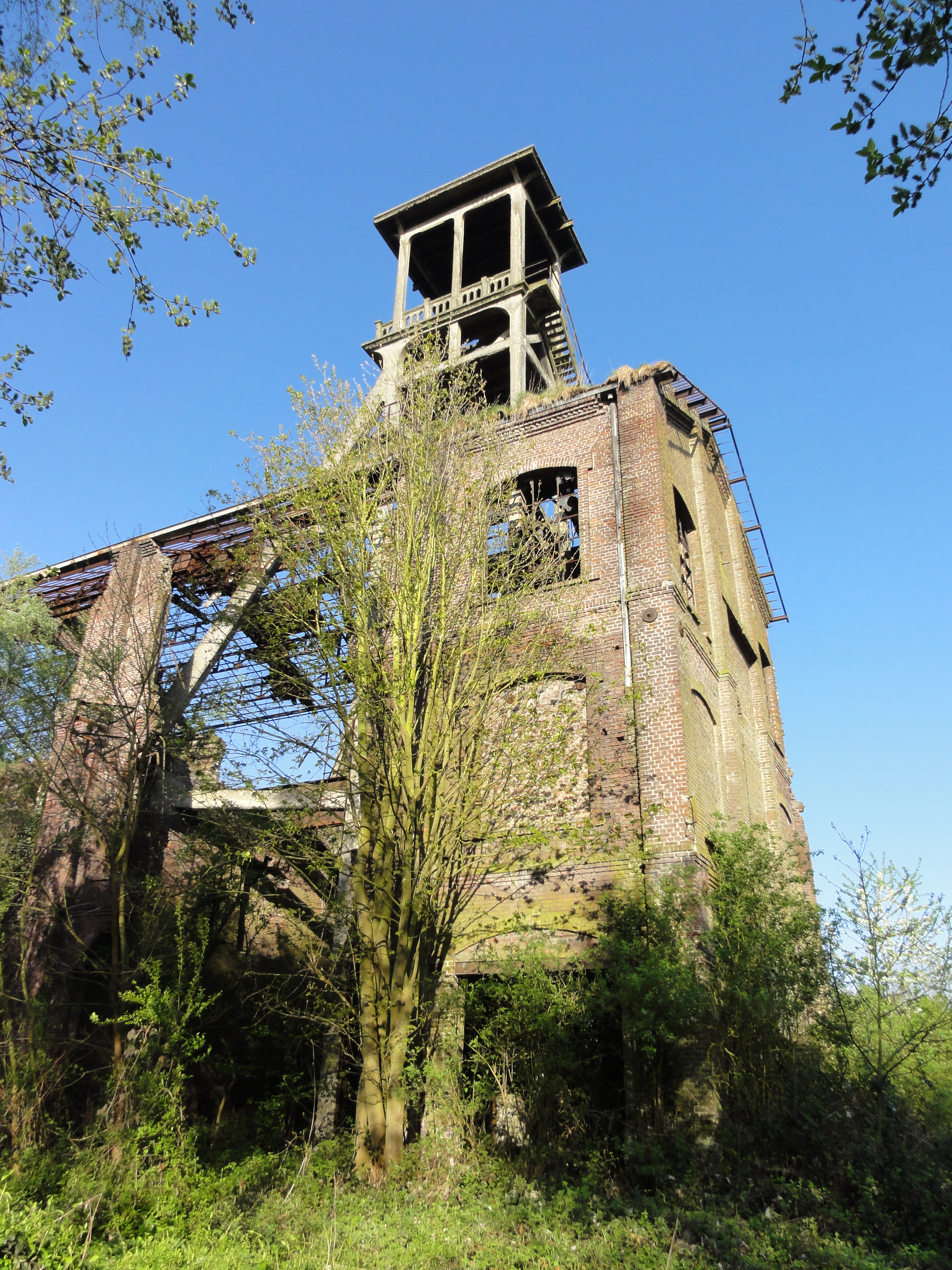
La fosse no 2 des mines de Flines.
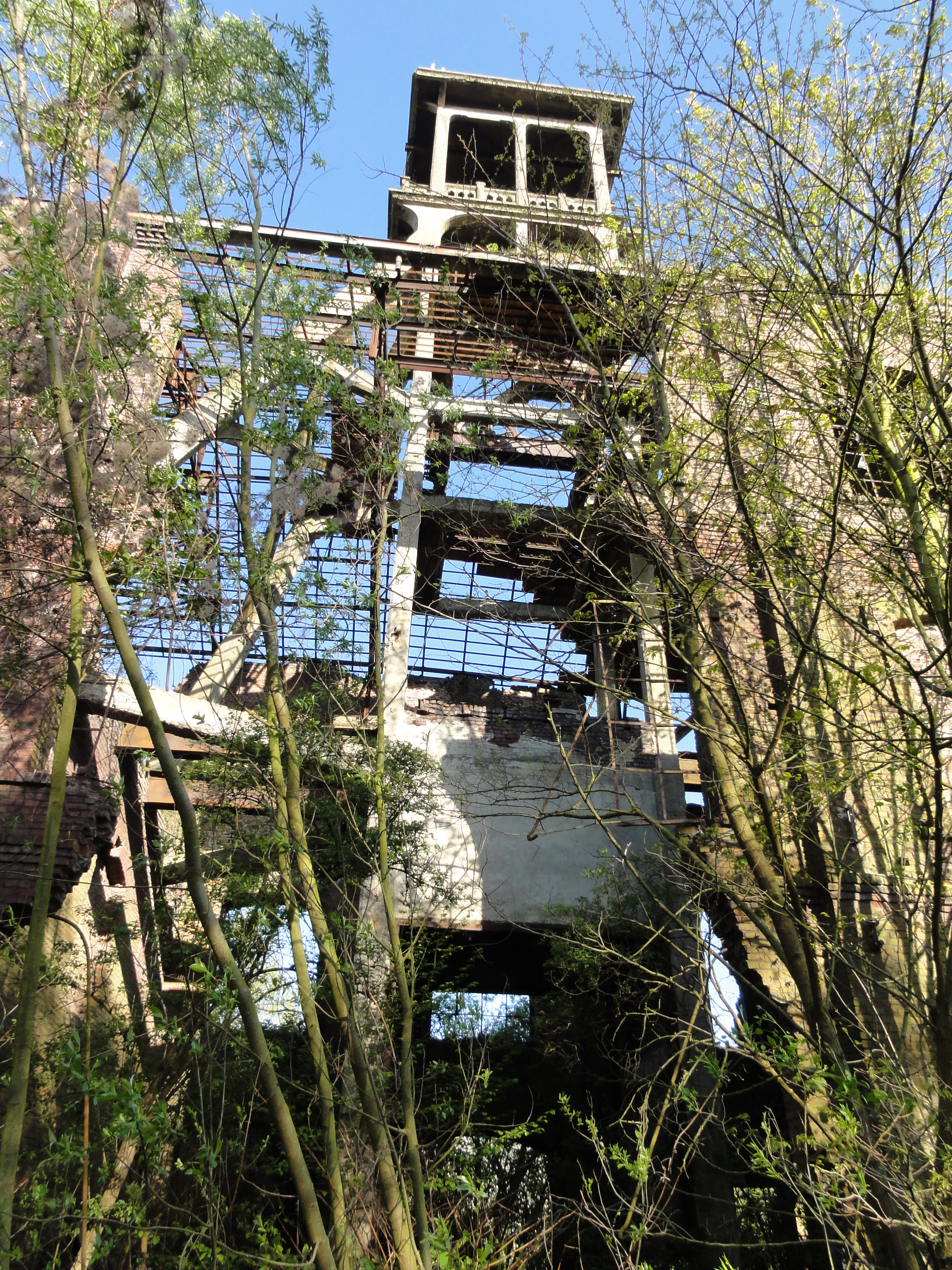
La fosse no 2 des mines de Flines.

### Siteno33
Google Maps
Le site no 33 est constitué de la cité-jardin de la Solitude et de son école, de la cité pavillonnaire de la Ferronnière, de la cité de corons Saint-Joseph et de la cité moderne du Godion, à Douai. Ces éléments ont été construits par la Compagnie des mines d'Aniche pour ses fosses Déjardin et Bernard.

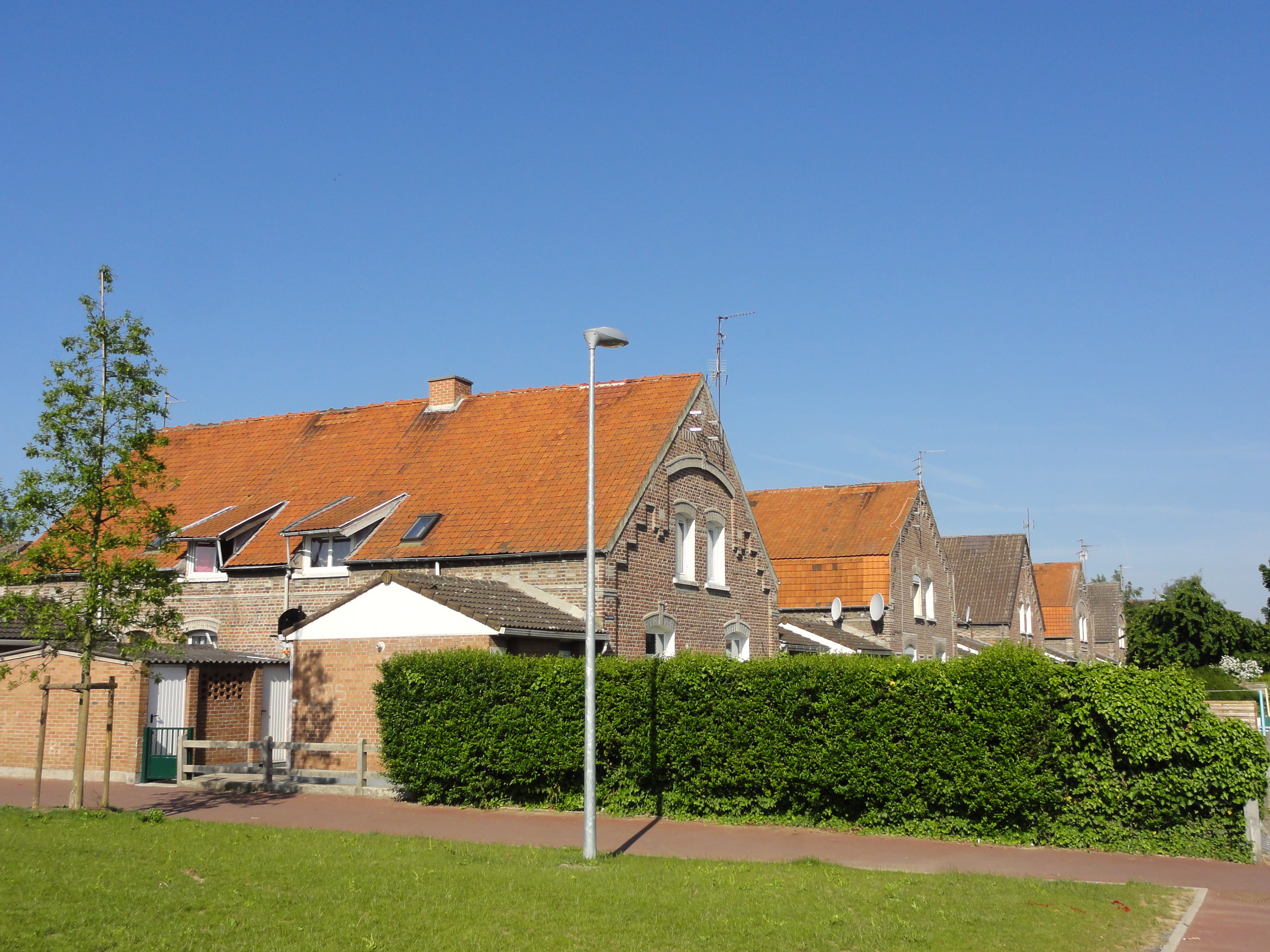
La cité pavillonnaire d'habitations groupées par quatre.
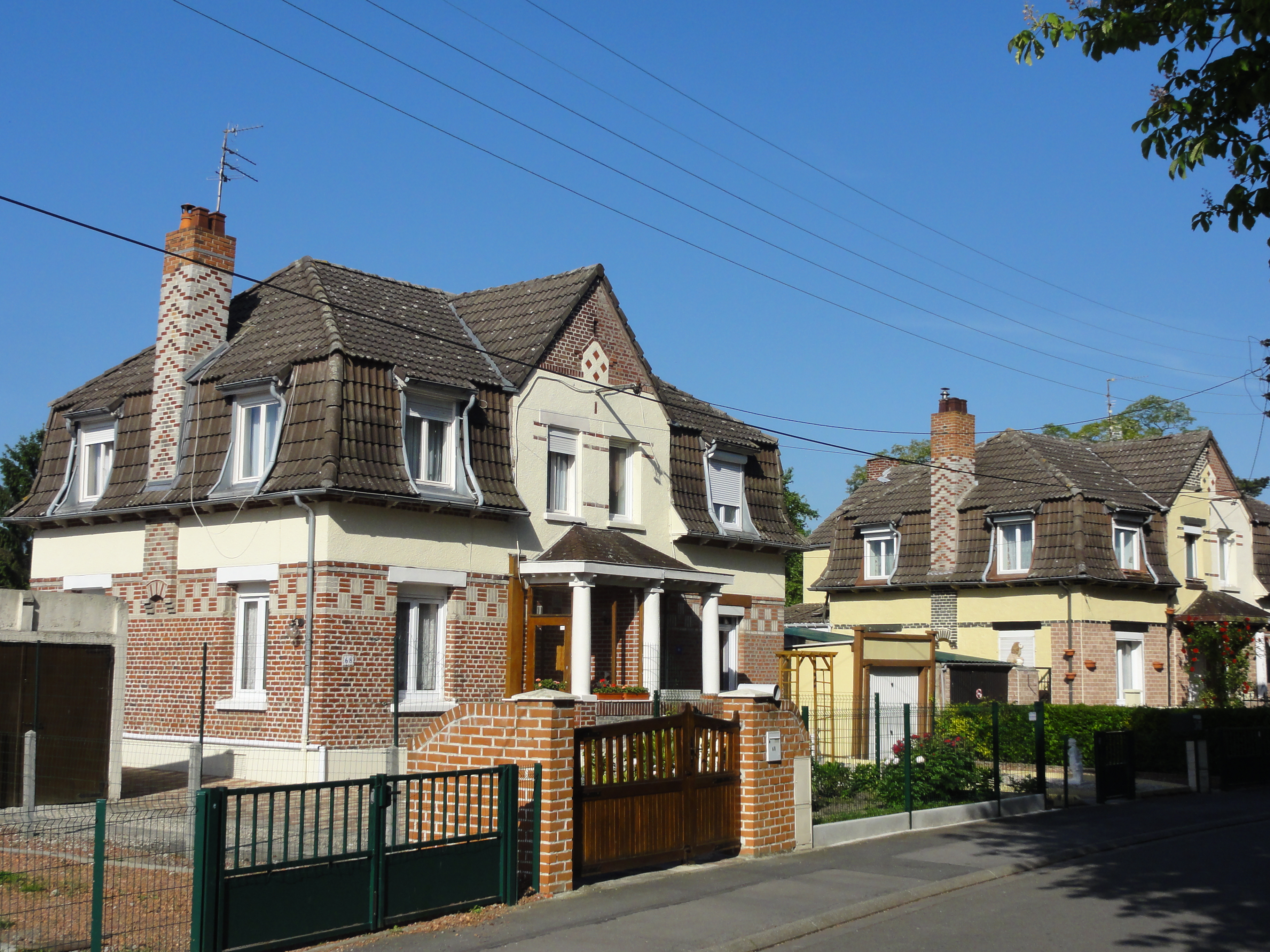
Des habitations groupées par deux.
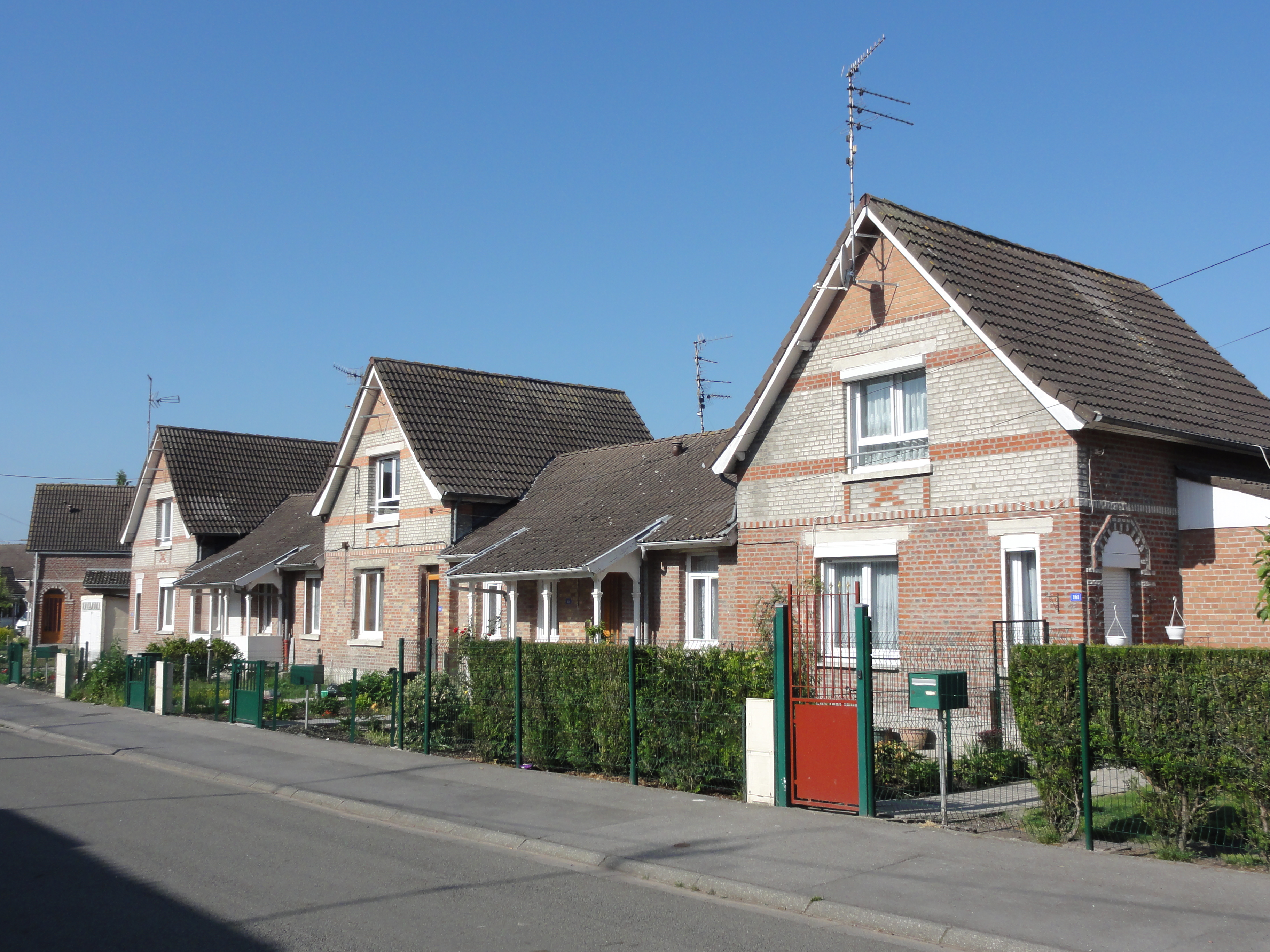
Des habitations groupées par cinq dans la cité-jardin.
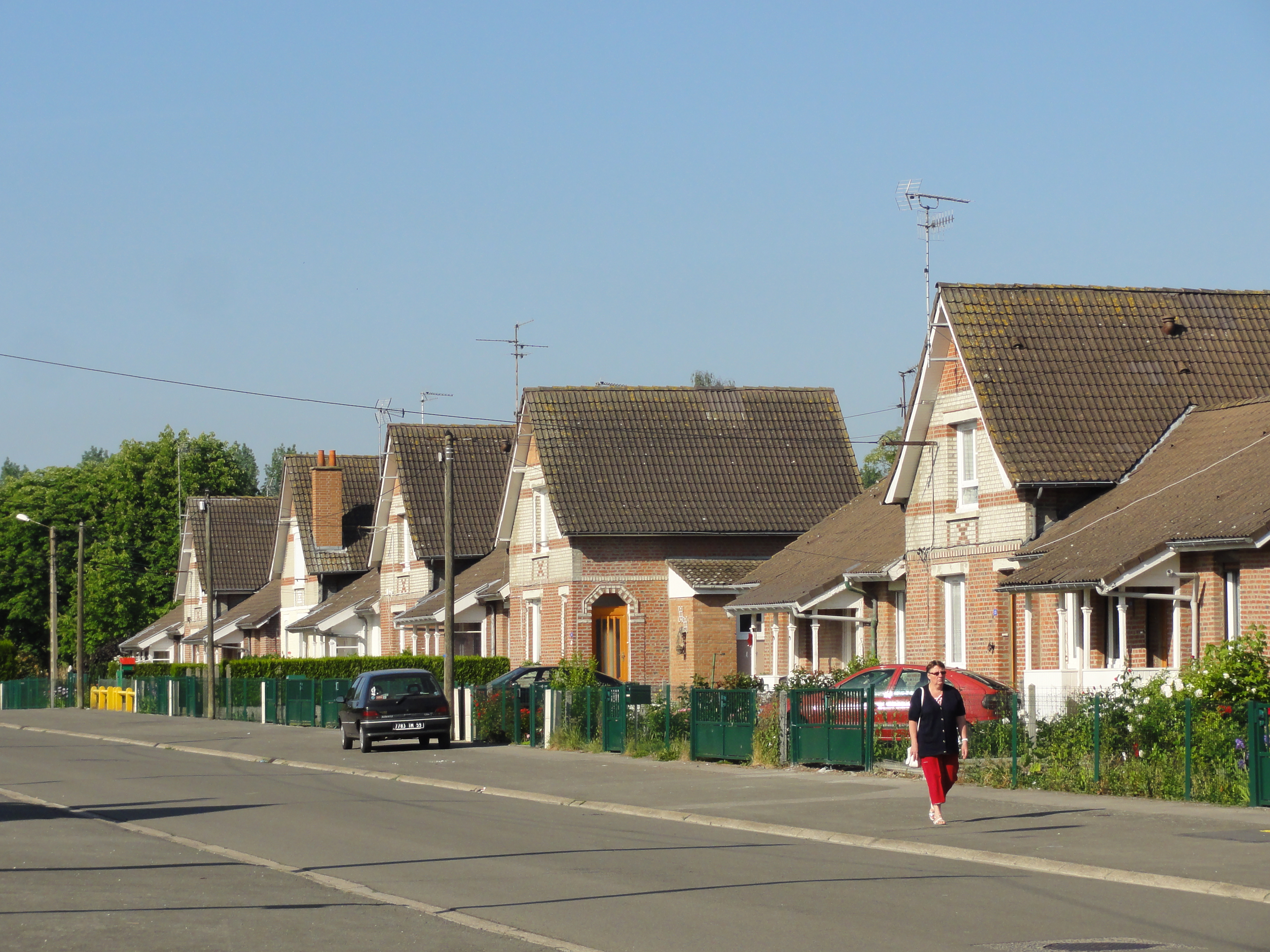
Une des rues de la cité-jardin.
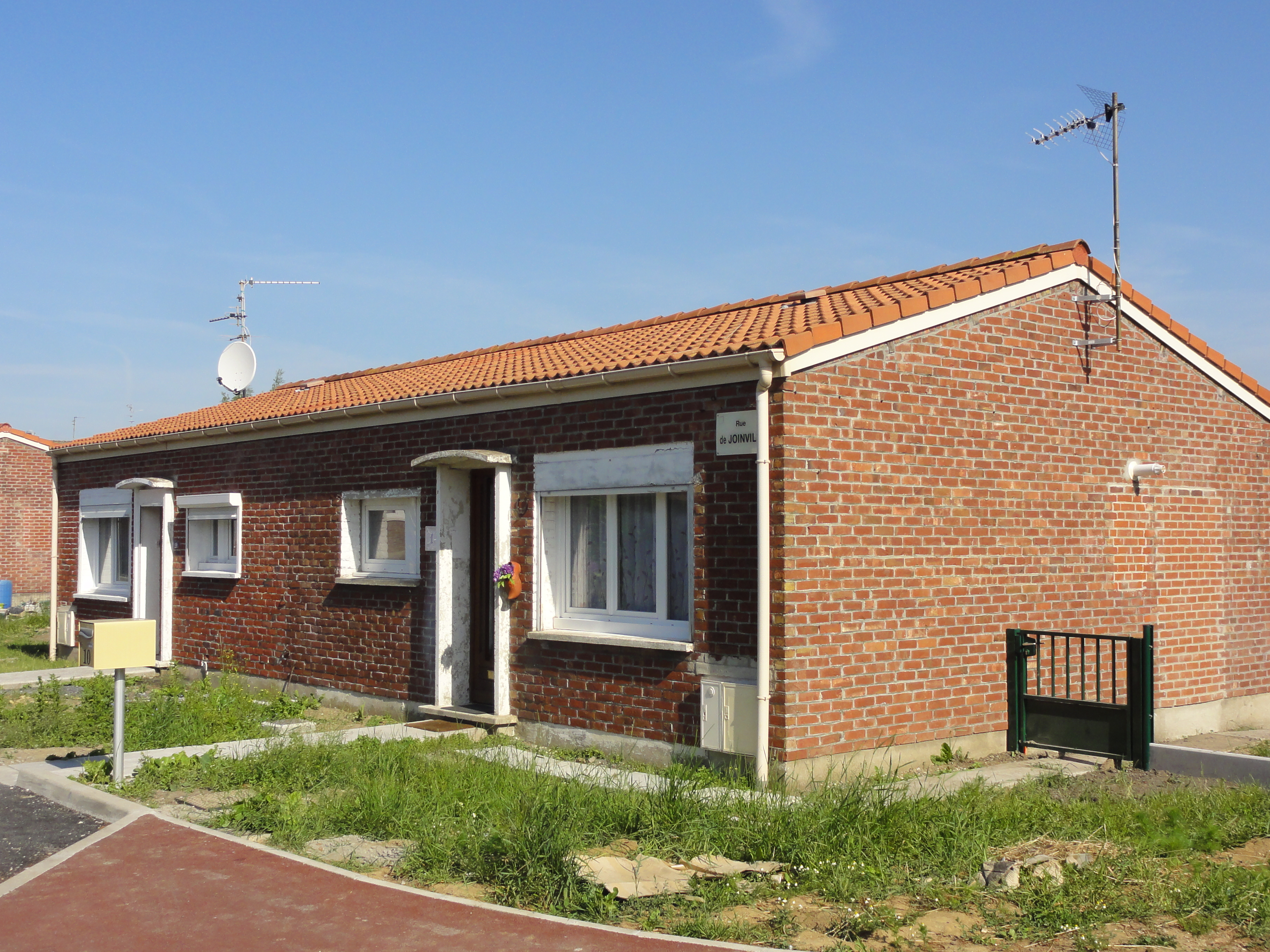
Des habitations modernes groupées par deux.
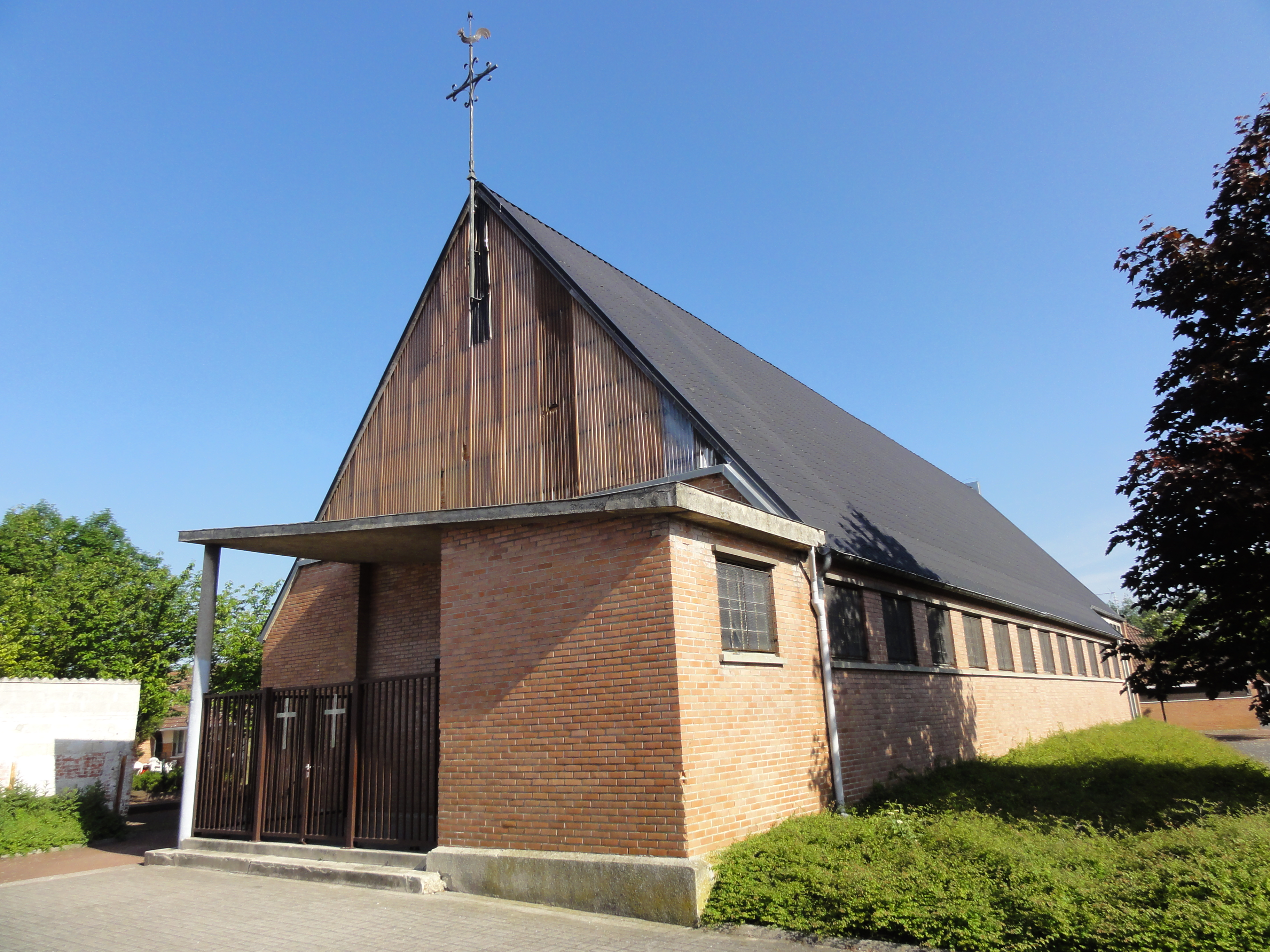
La chapelle Saint-Joseph.

### Siteno34
Google Maps
Le site no 34 est formé par le chevalement de la fosse no 9 des mines de l'Escarpelle à Roost-Warendin.

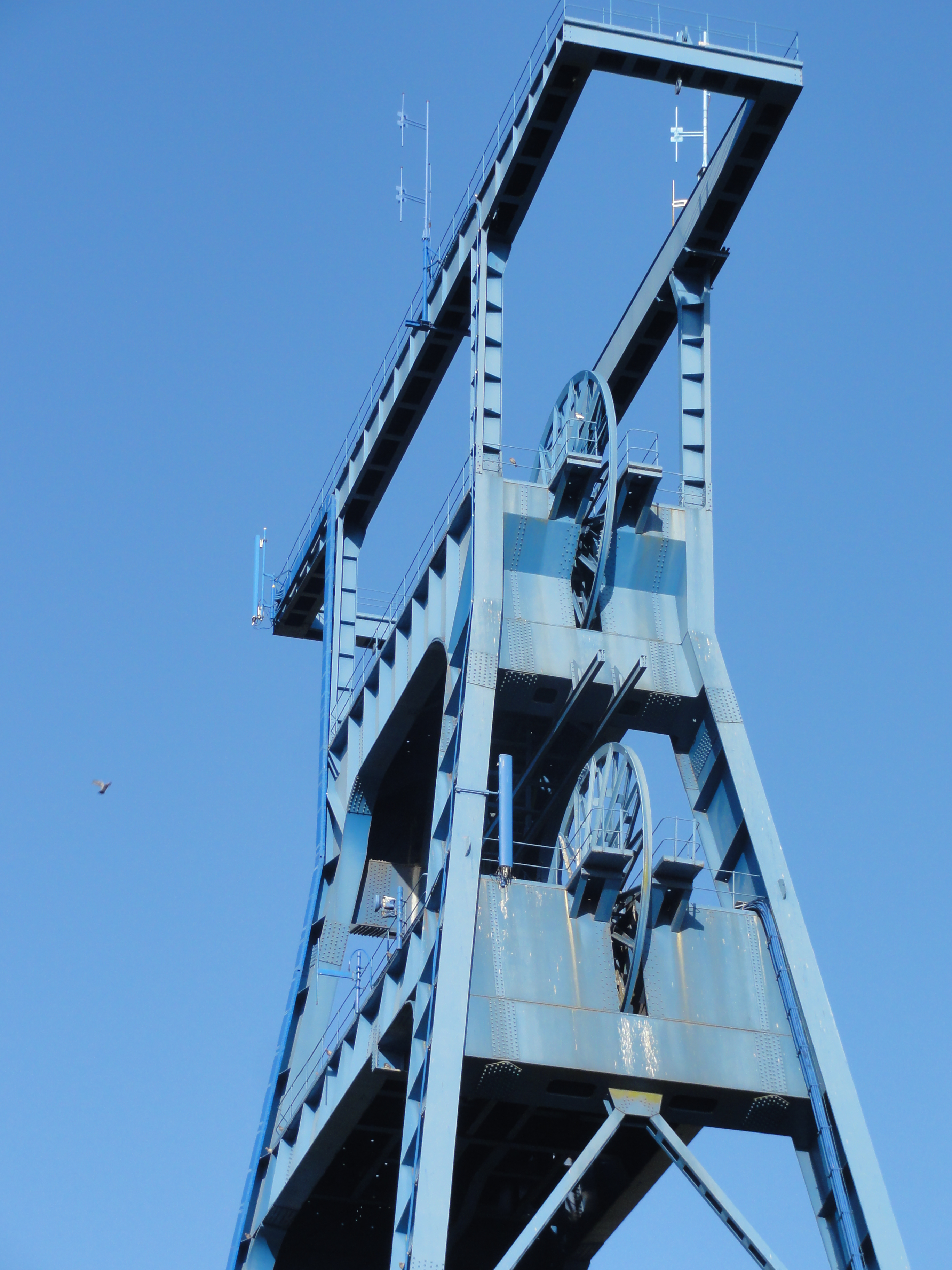
Le chevalement de la fosse no 9.
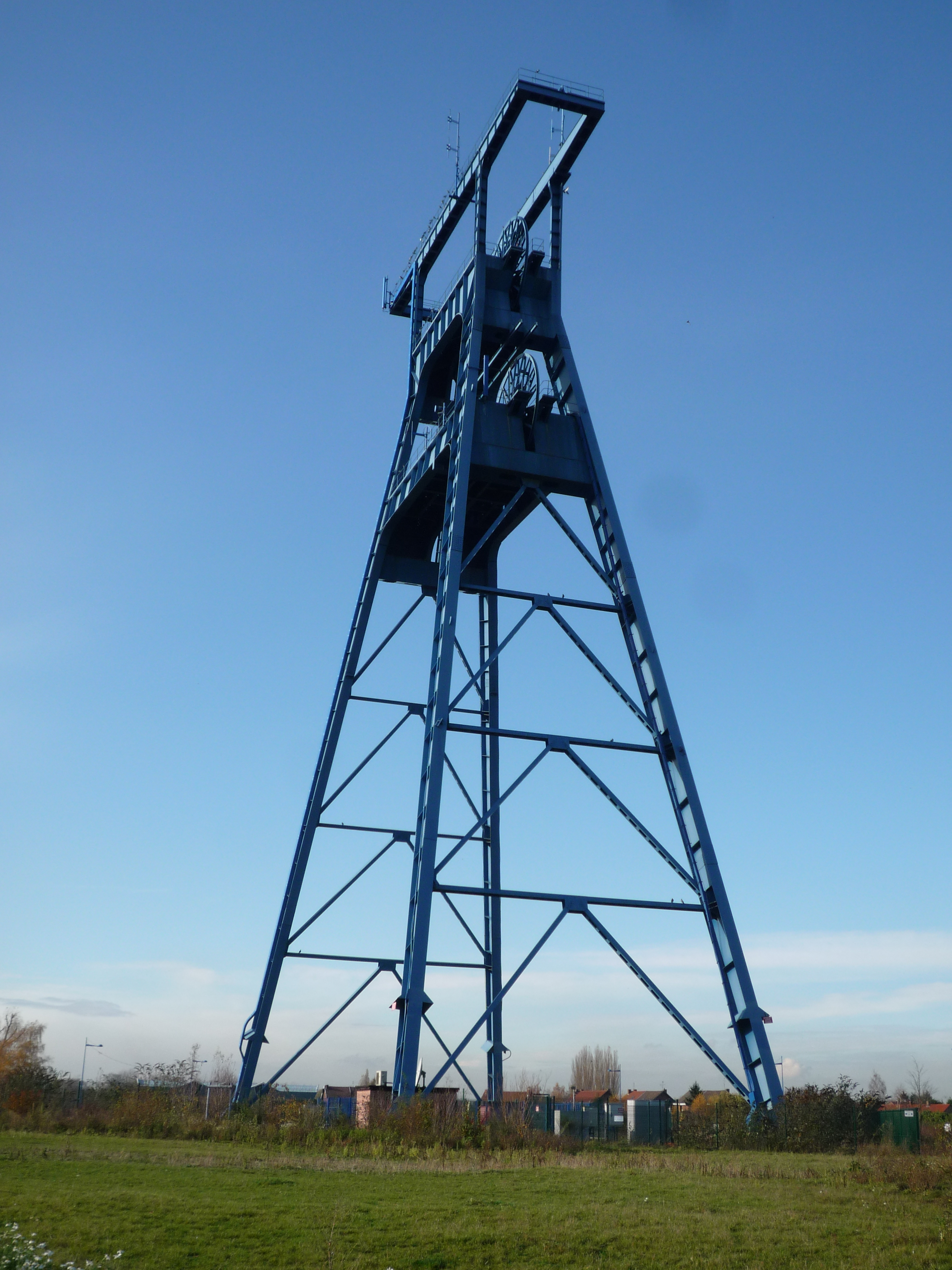
Le chevalement de la fosse no 9.
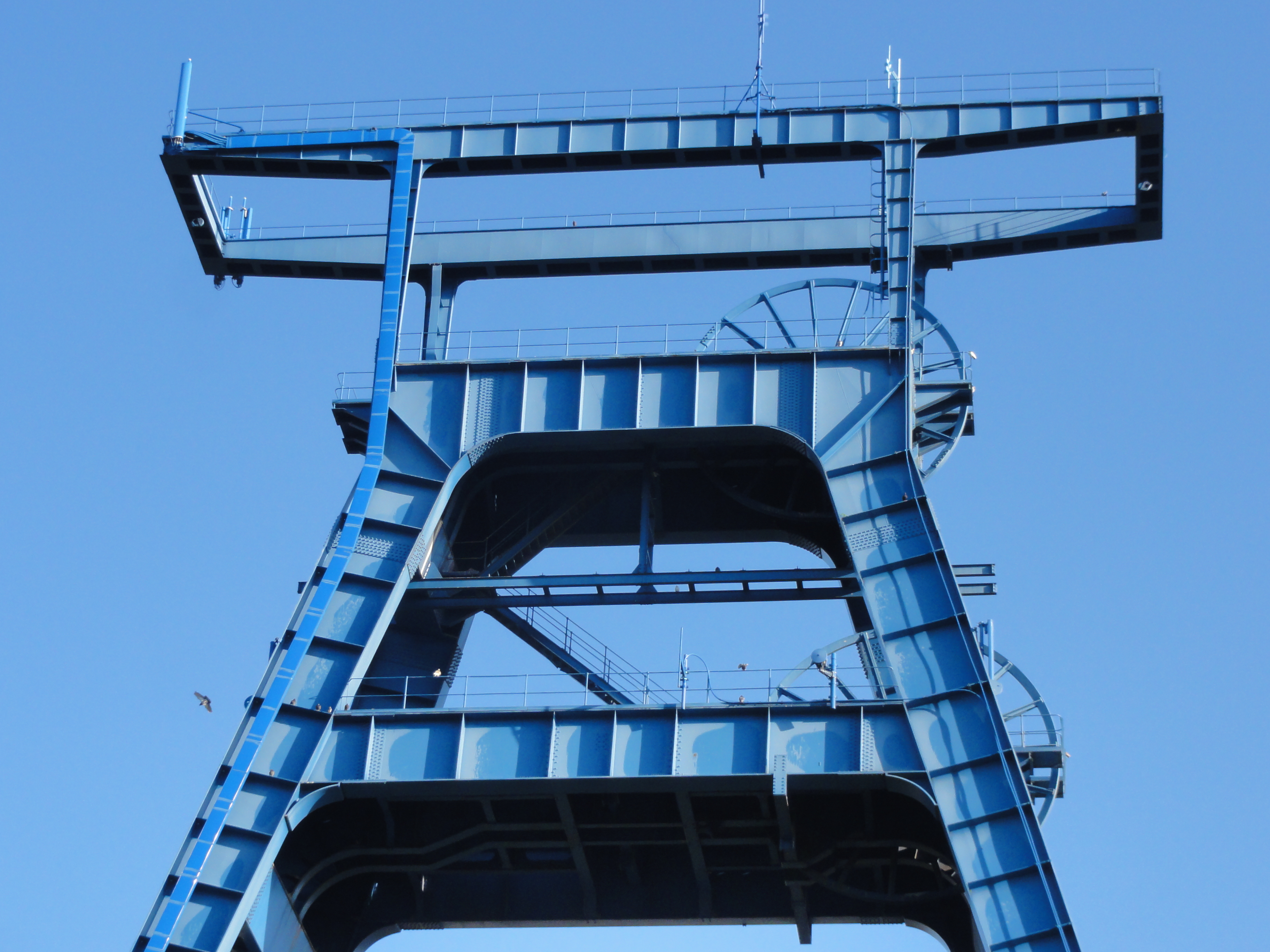
Le sommet du chevalement.
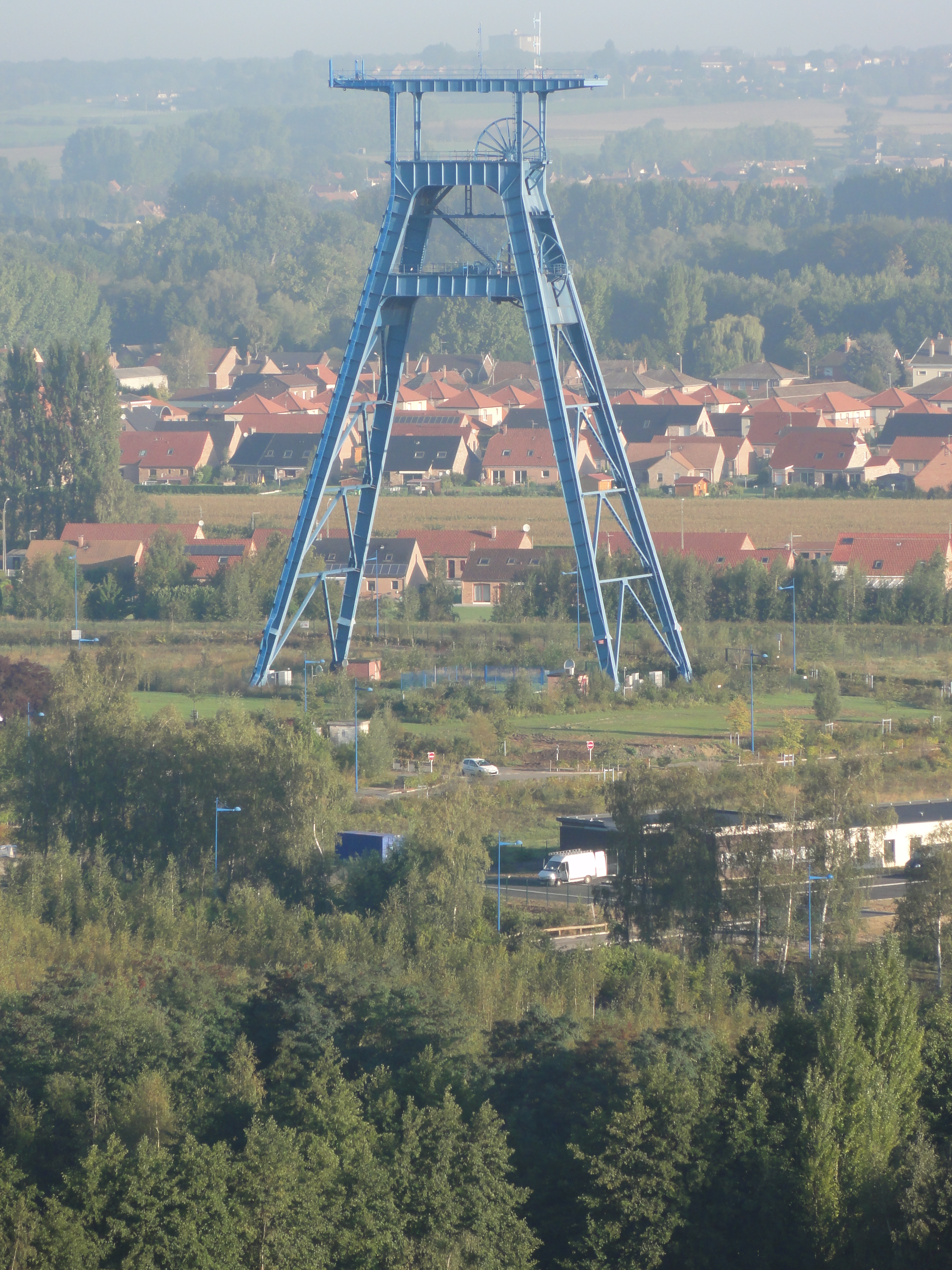
Le chevalement de la fosse no 9.
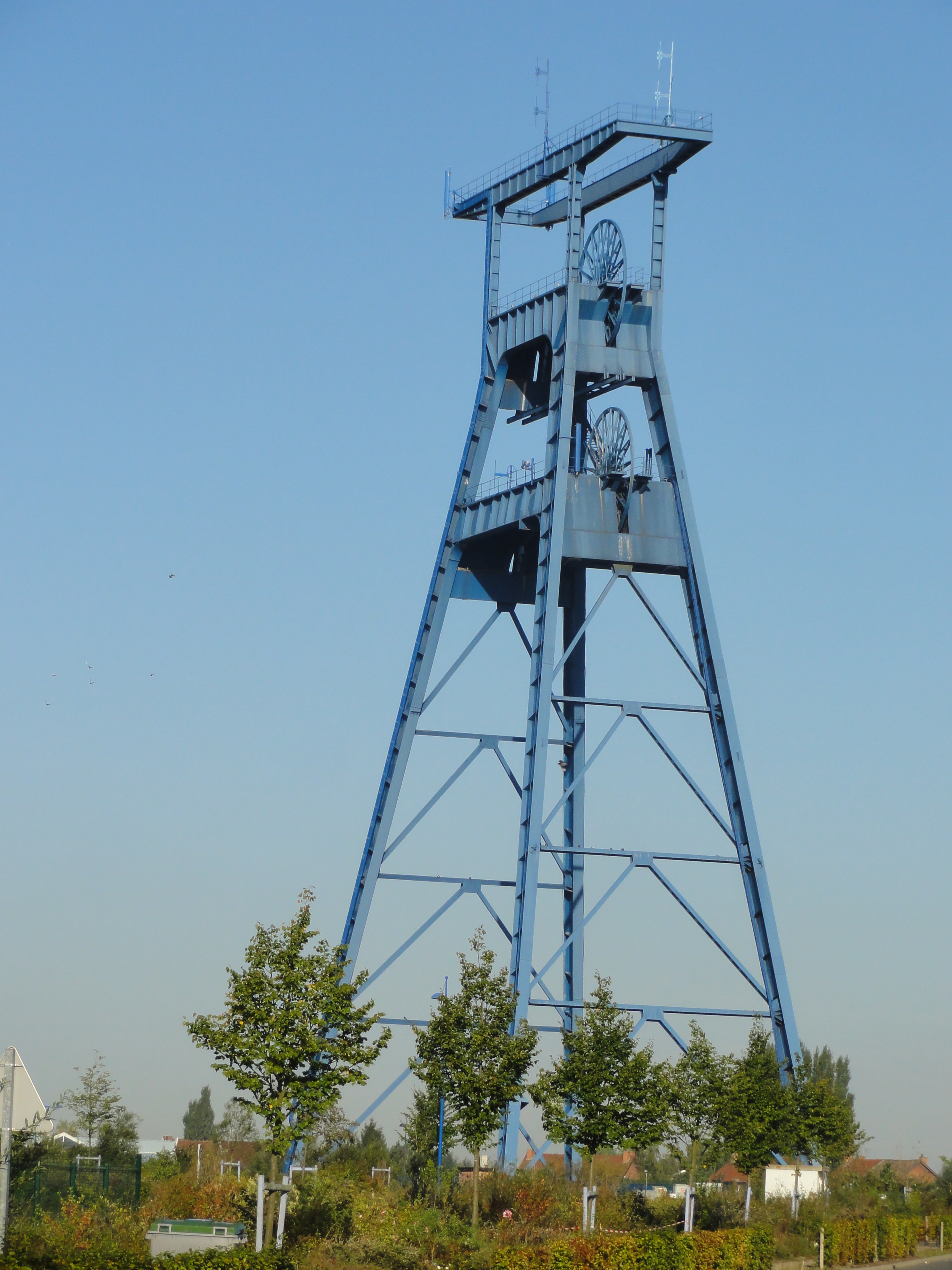
Le chevalement de la fosse no 9.
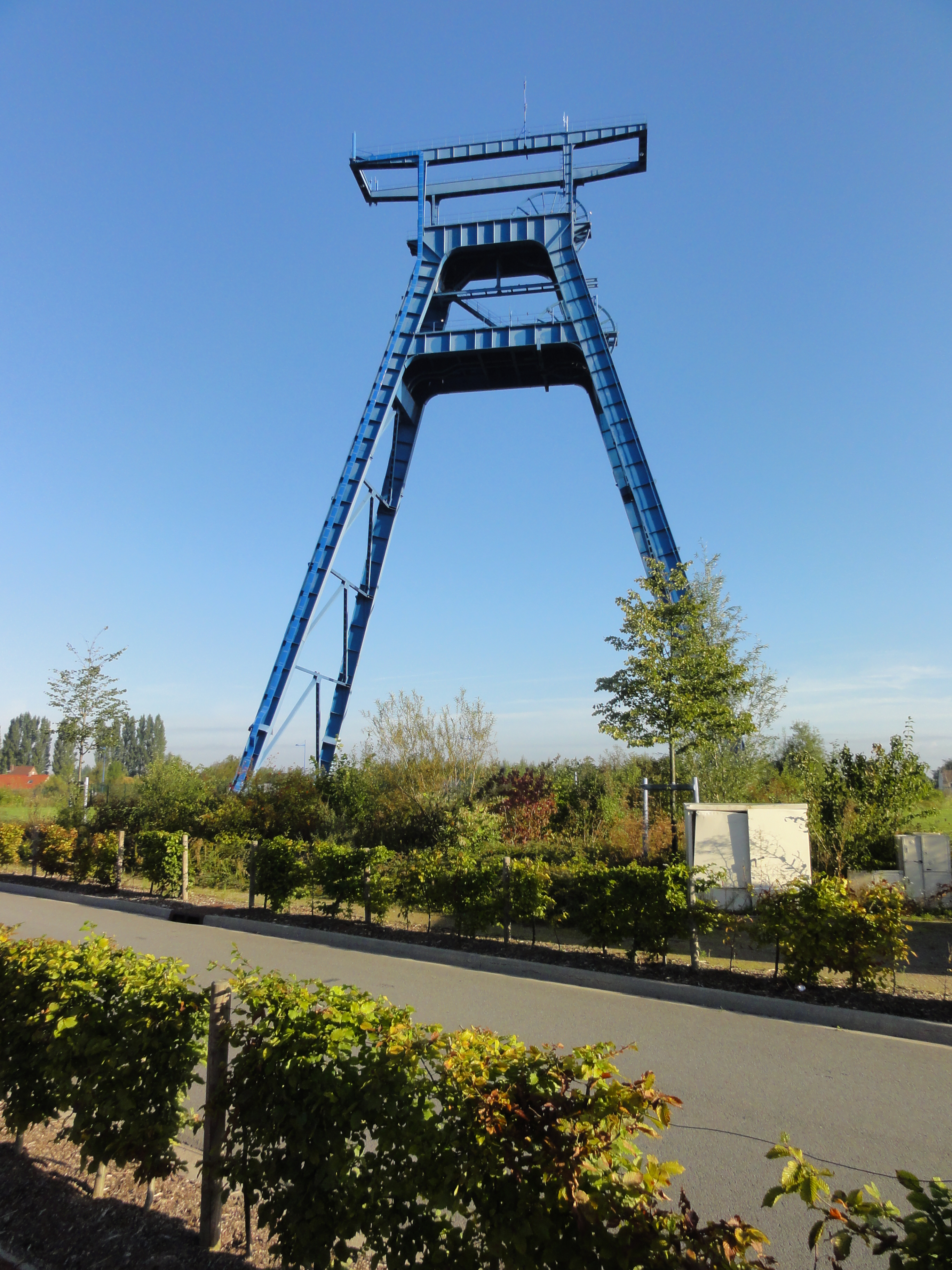
Le chevalement de la fosse no 9.

### Siteno35
Le site no 35 est constitué de la cité moderne de la Belleforière, construite pour la fosse no 9, ainsi que du terril no 139, Pâturelles, et du terril plat n° 123, Escarpelle ancien plat, surmonté du terril conique no 141, 1 Nouveau Est. Ces terrils portent le numéro de la fosse no 1 des mines de l'Escarpelle. Ces trois éléments sont situés à Roost-Warendin.

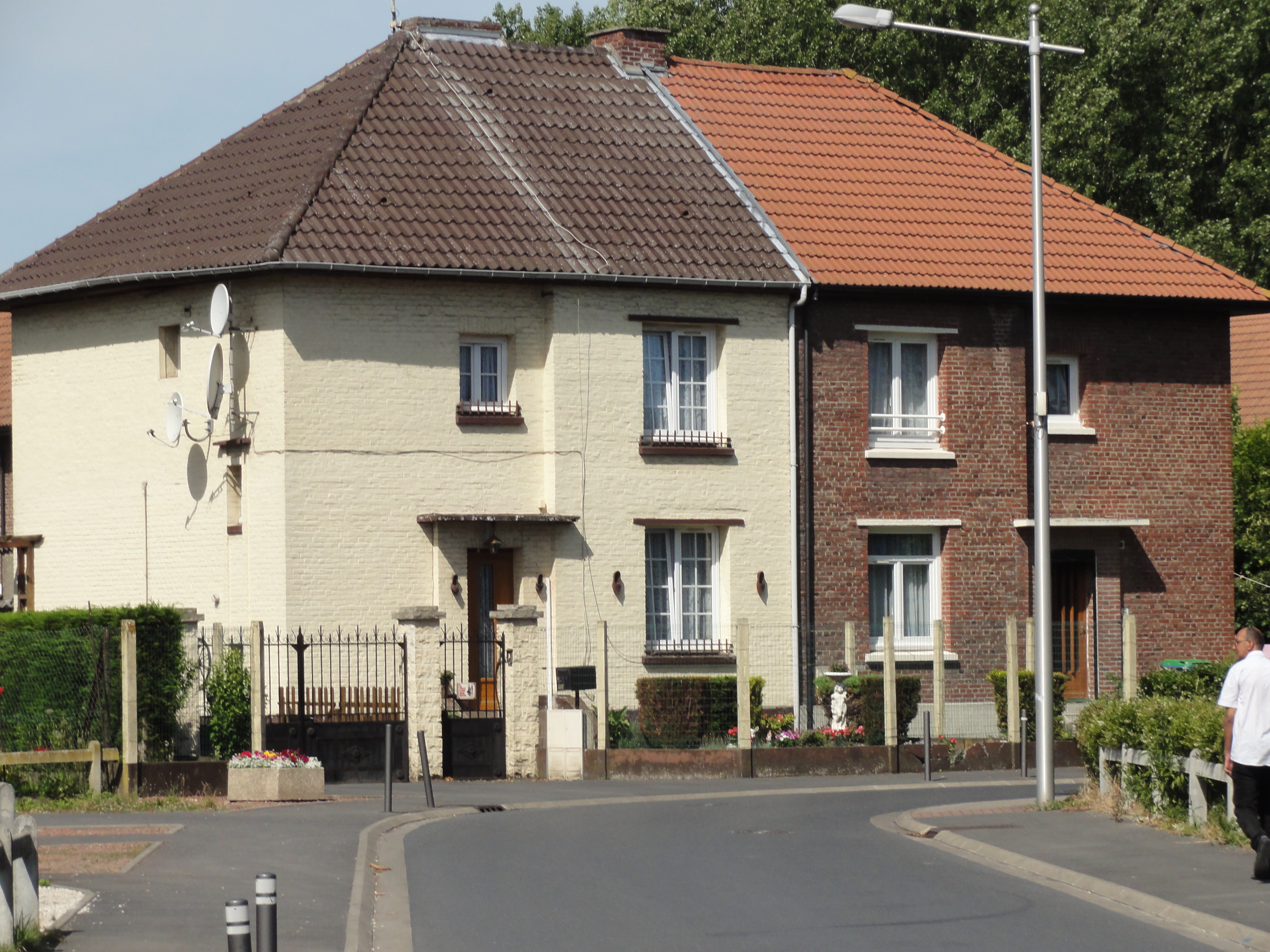
La cité moderne.
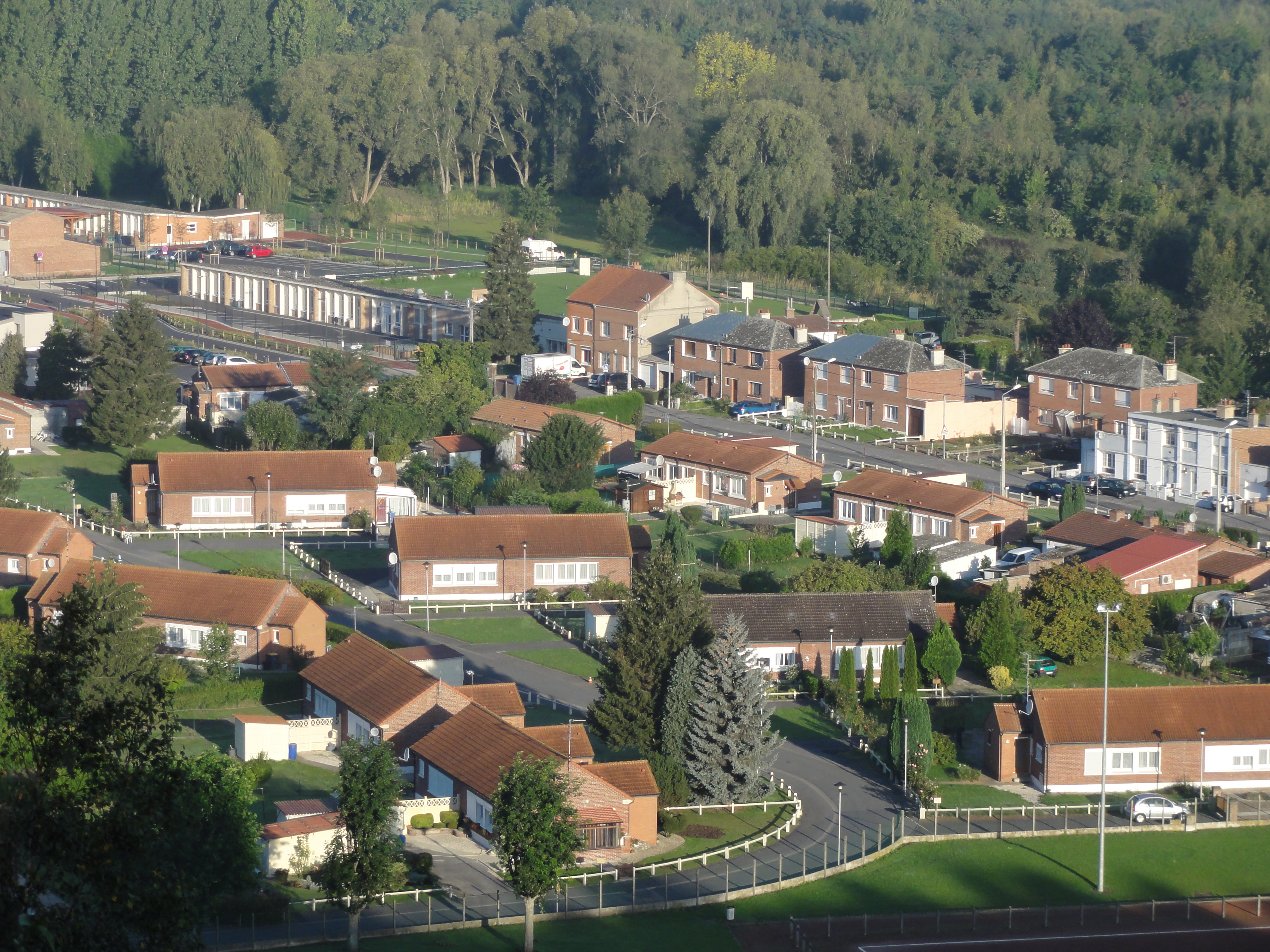
La cité moderne.
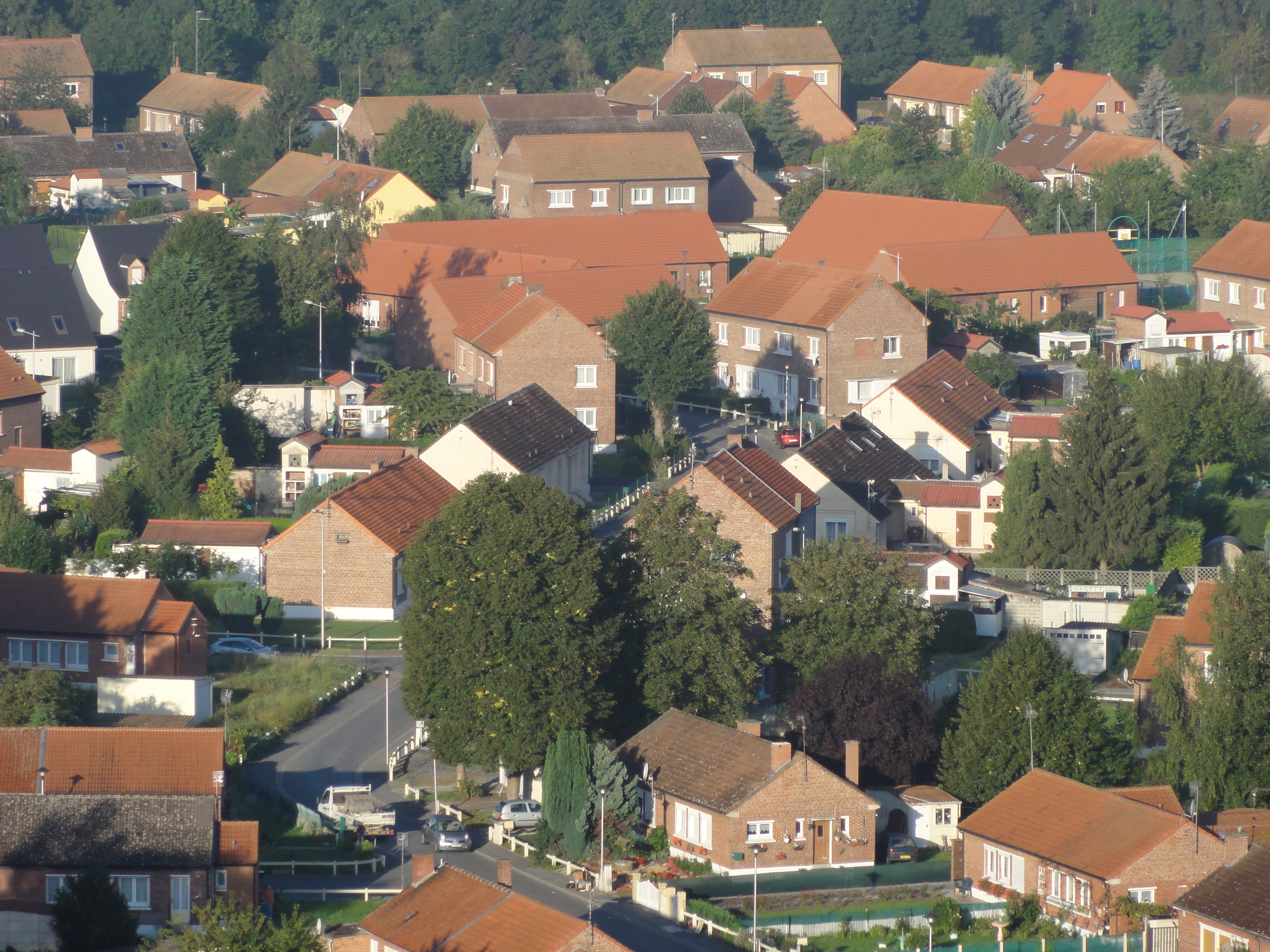
La cité moderne.
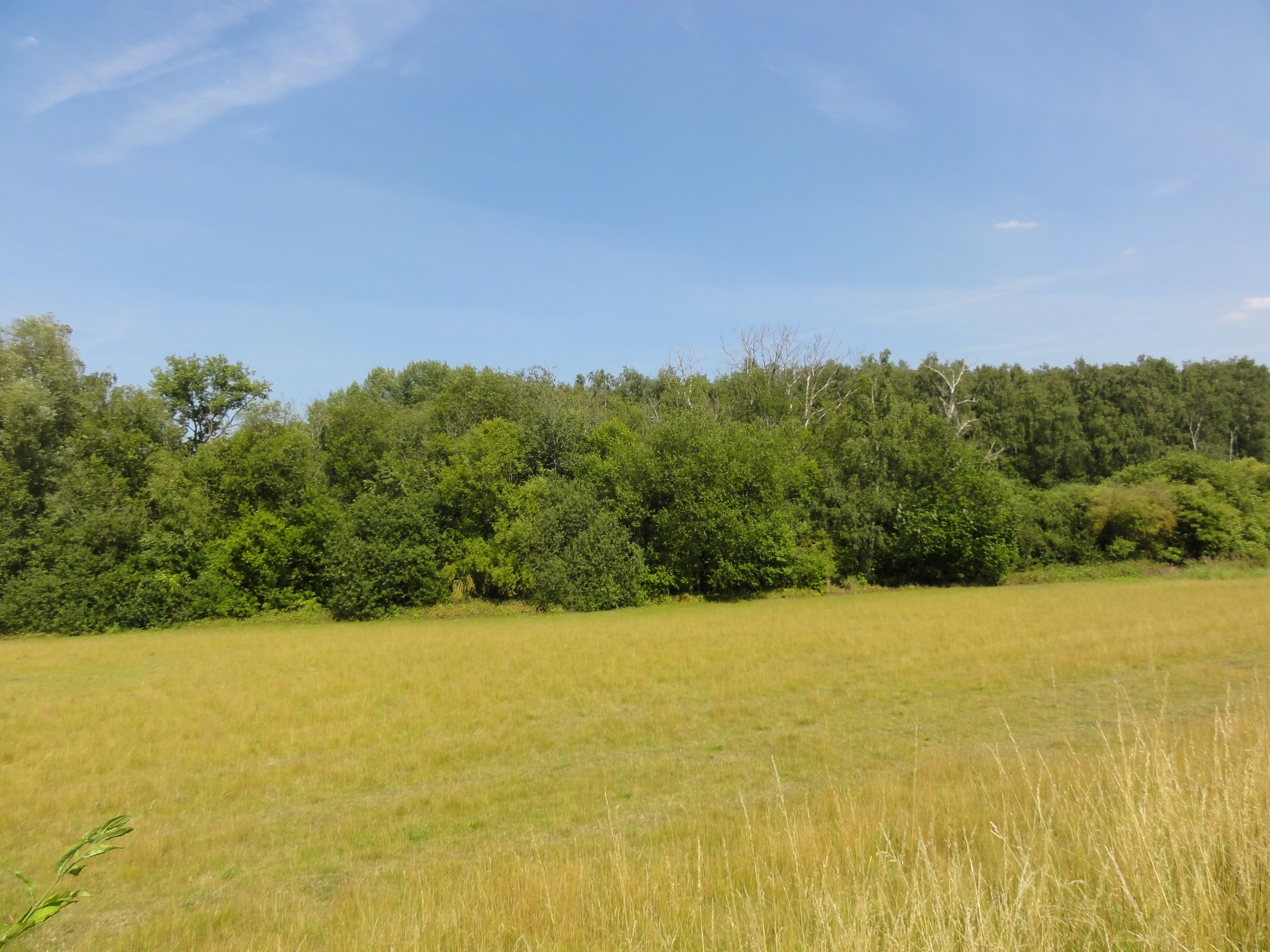
Le terril no 139.
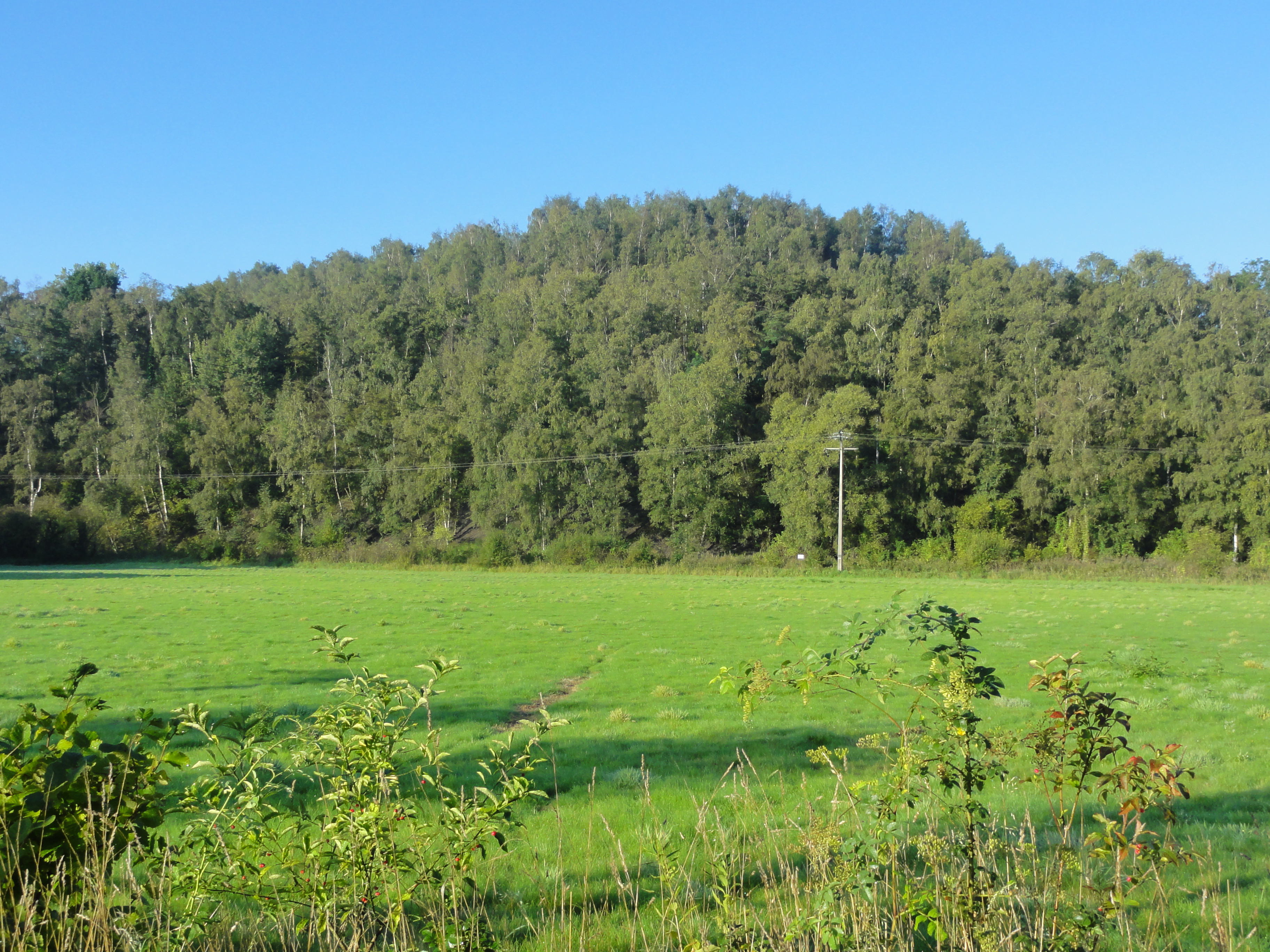
Les terrils nos 123 et 141.
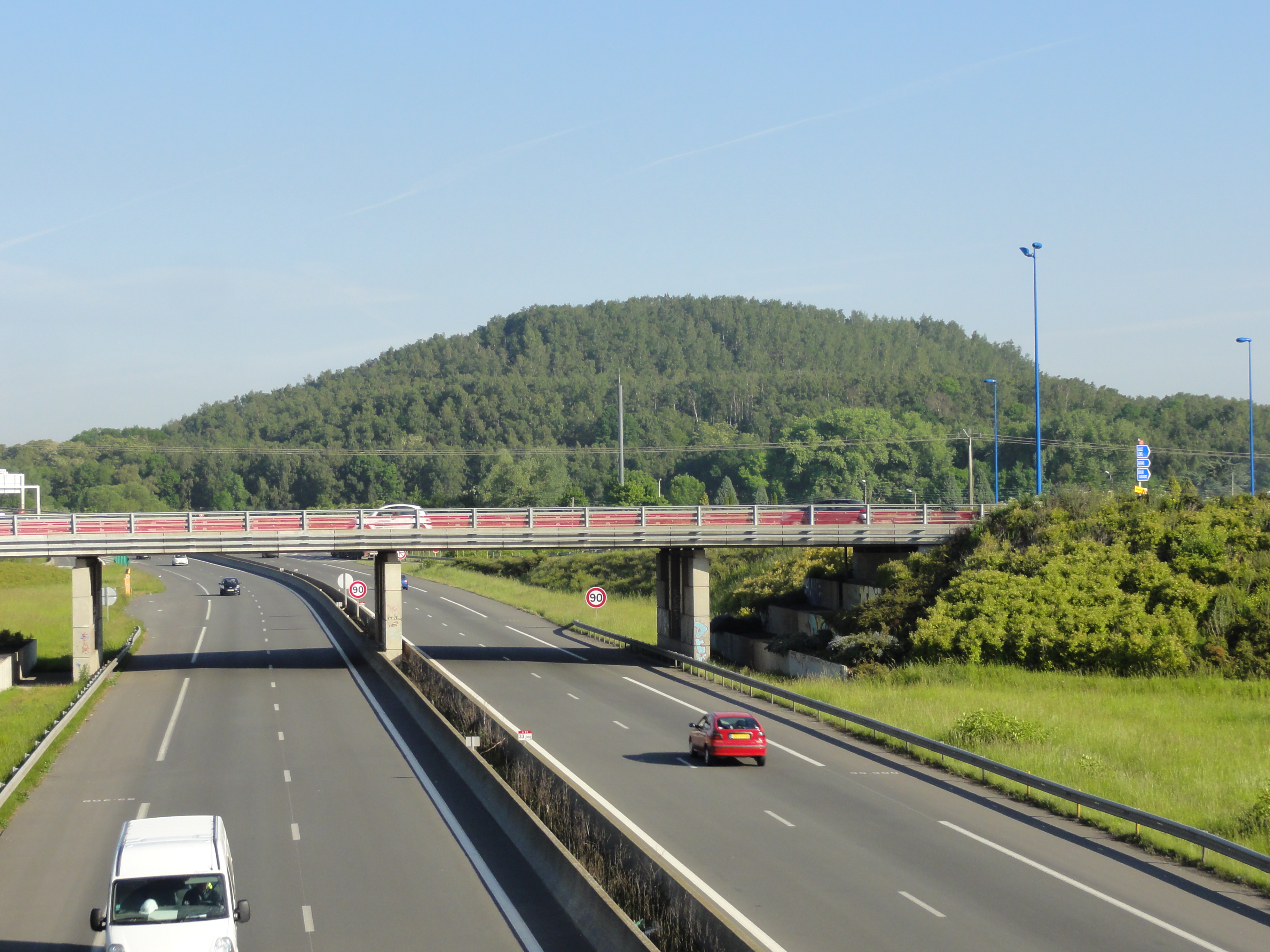
Les terrils nos 123 et 141.

### Siteno36
Le site no 36 est formé par le terril no 140, Marais du Vivier Ouest, situé à Auby.

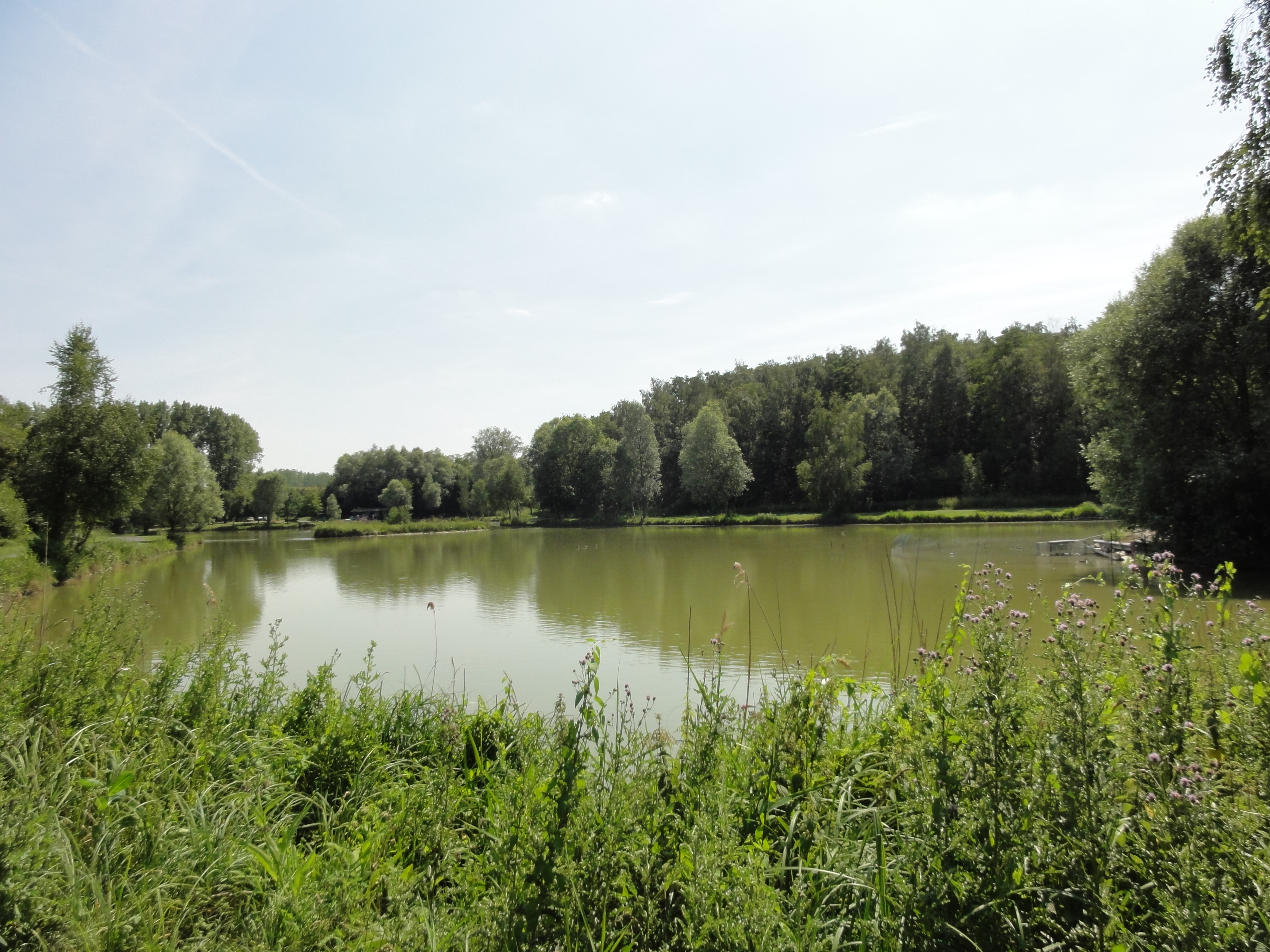
Le site du terril no 140.
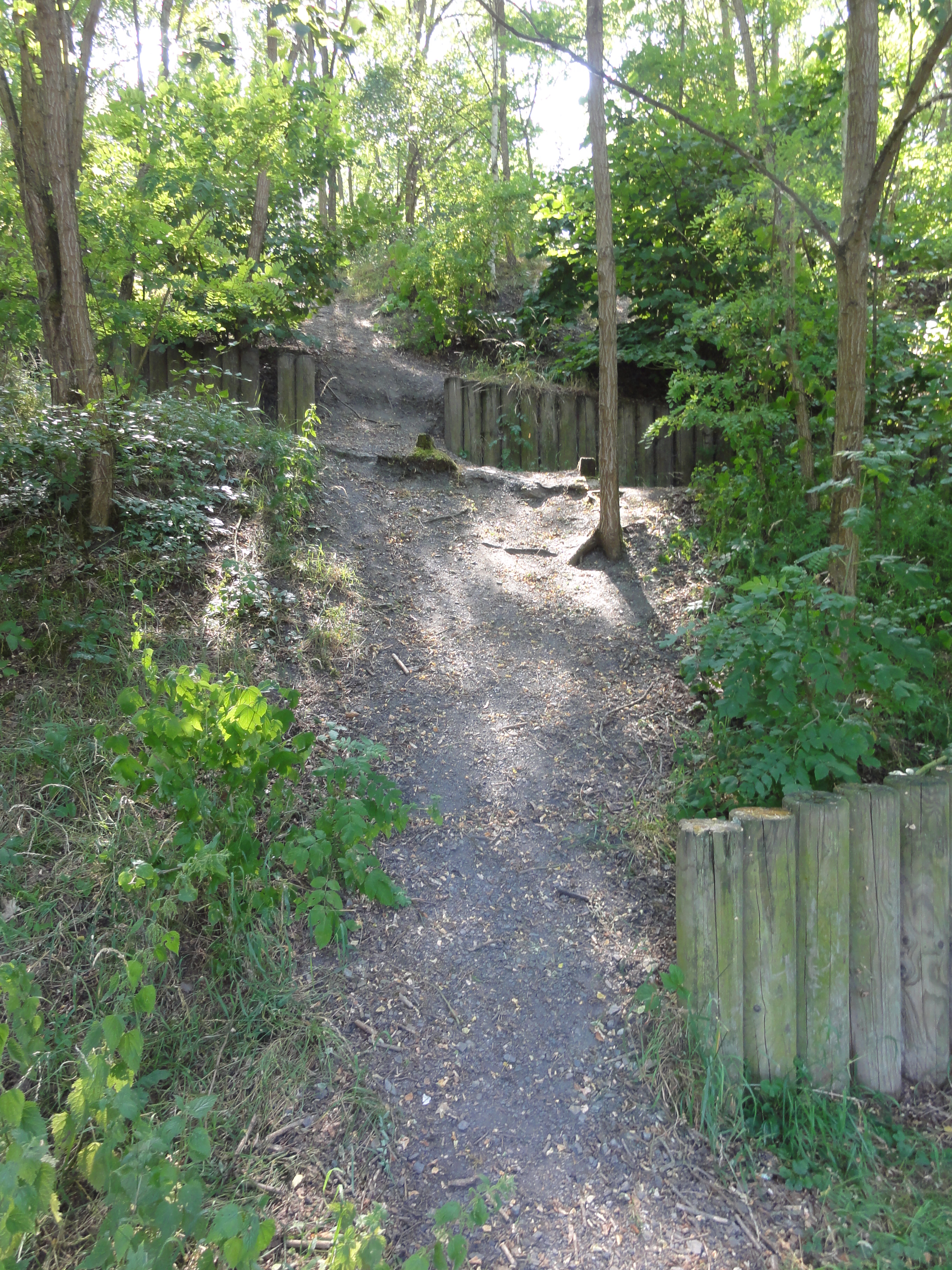
Le site du terril no 140.
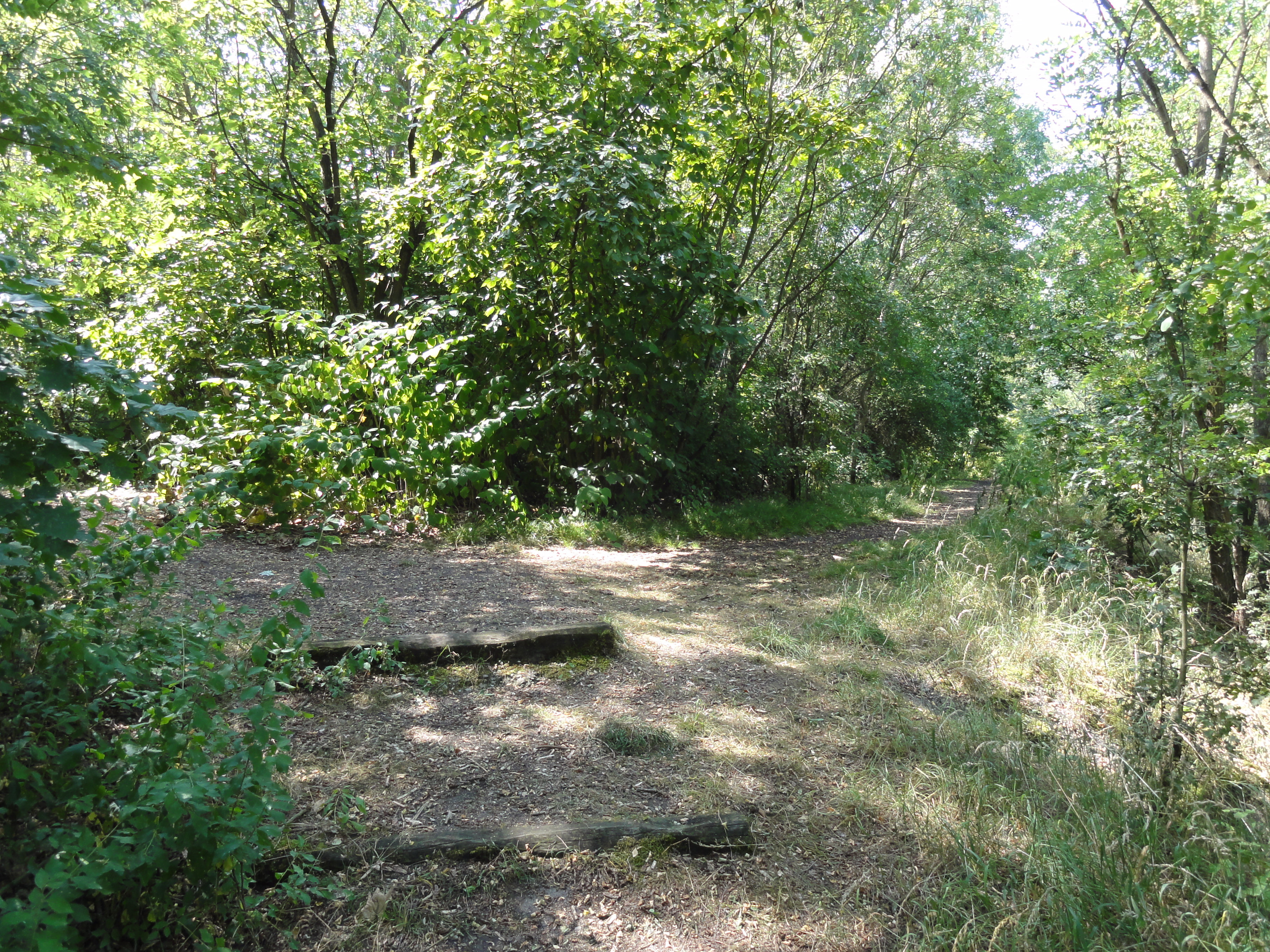
Le site du terril no 140.
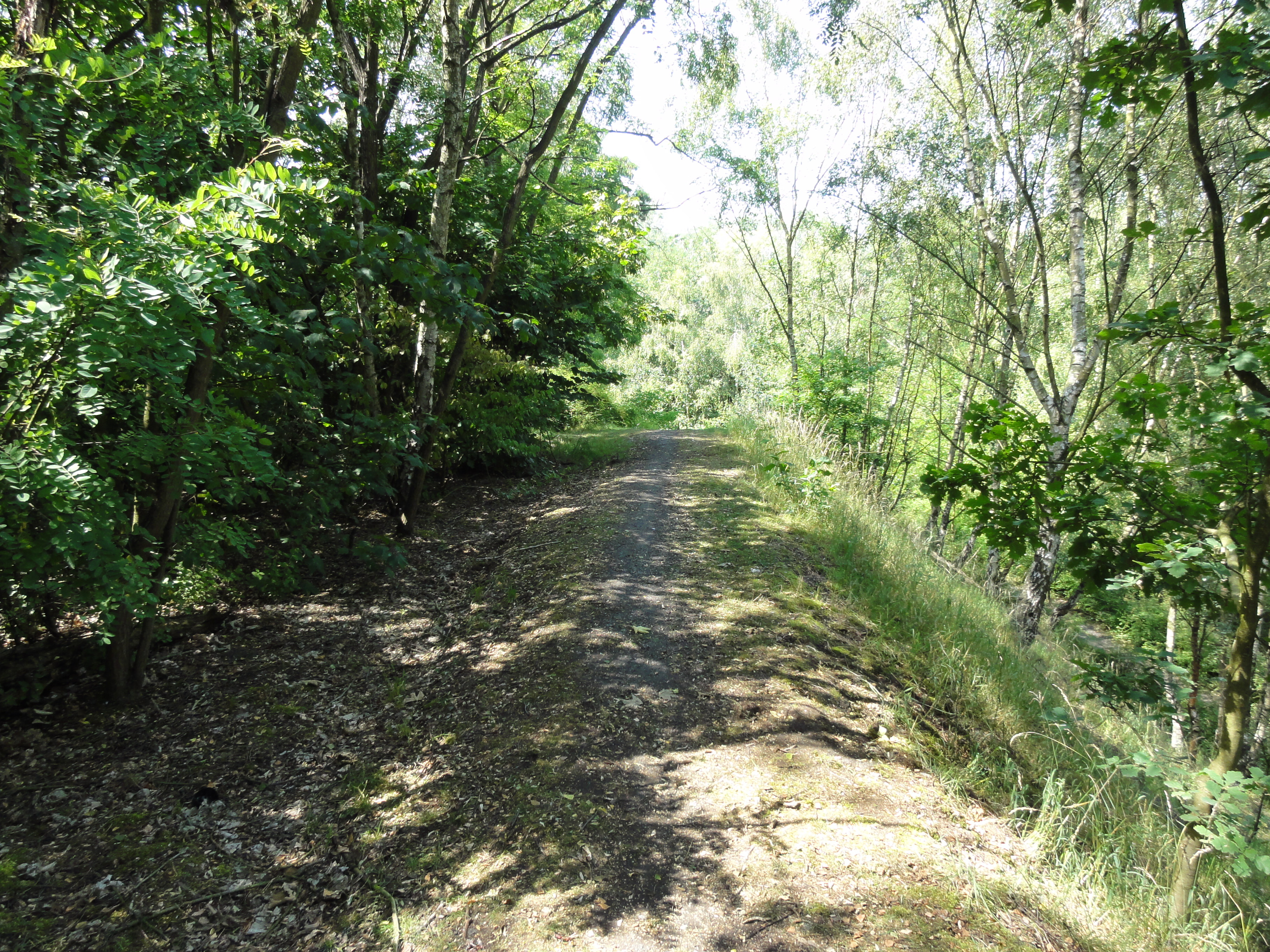
Le site du terril no 140.
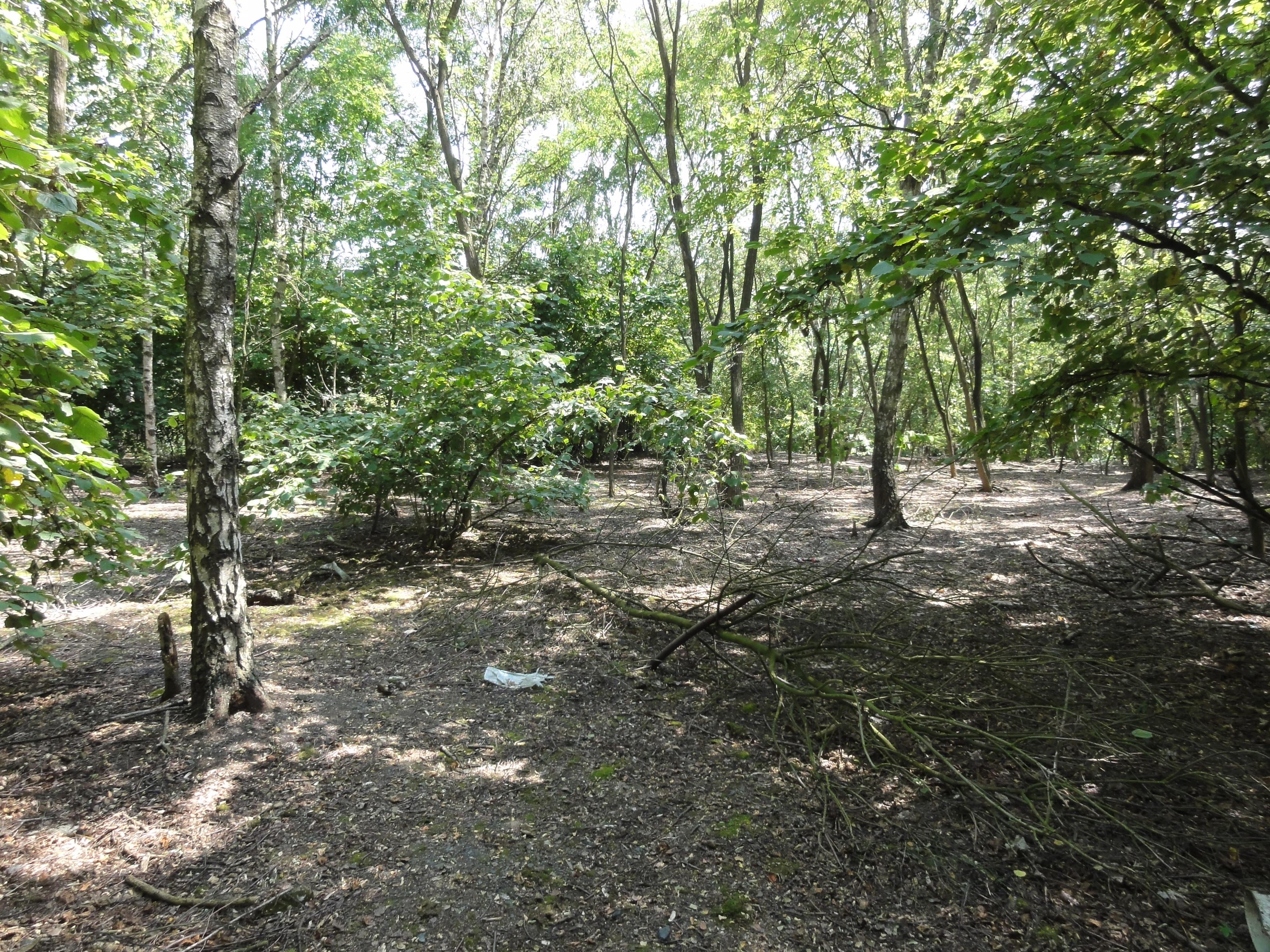
Le site du terril no 140.

### Siteno37
Le site no 37 est composé de la cité pavillonnaire de la Justice et de son dispensaire de la Société de Secours Minière, ainsi que la cité-jardin du Moulin. Ces éléments ont été construits pour la fosse no 8 des mines de l'Escarpelle à Auby.

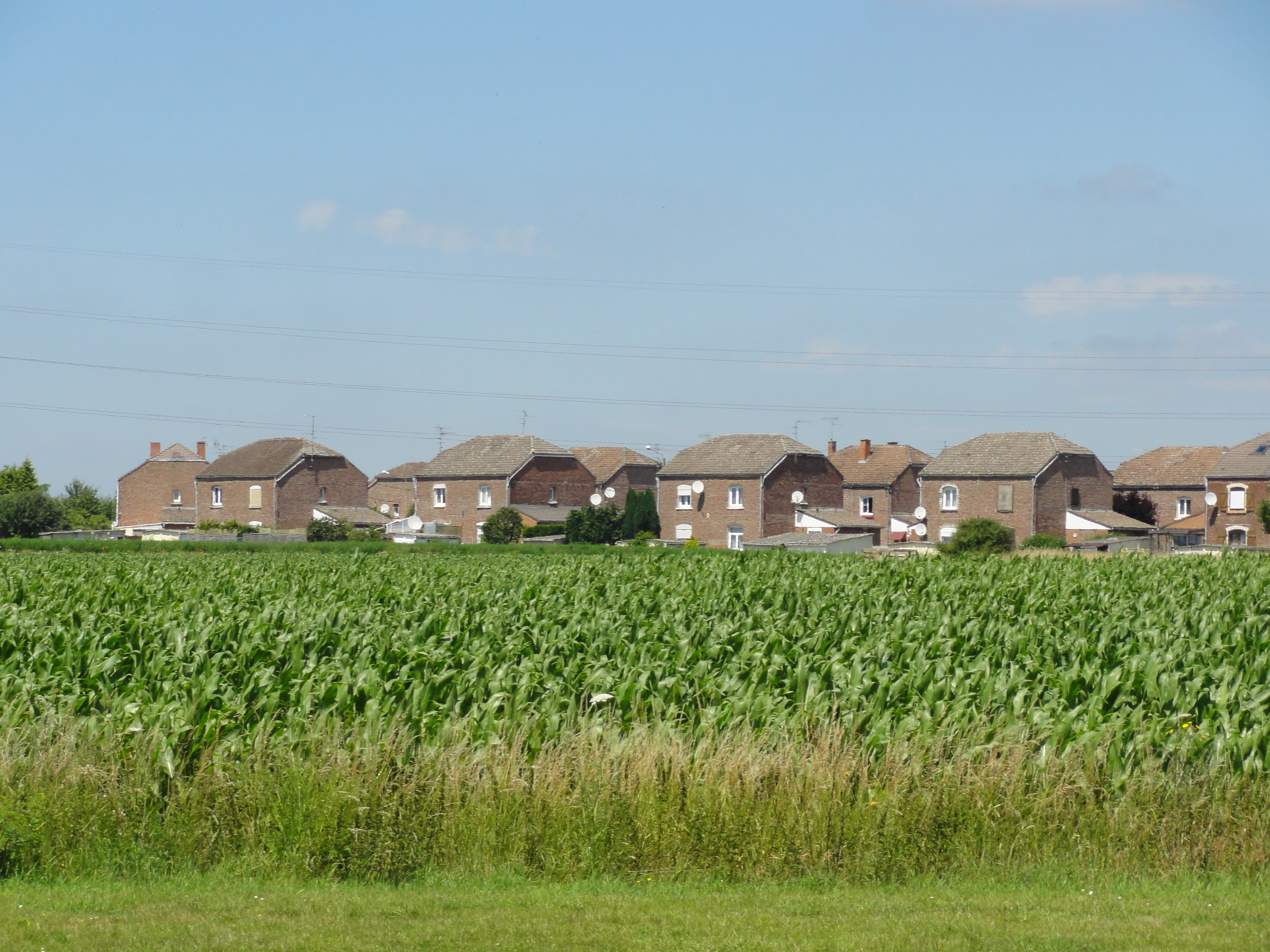
La cité-jardin.
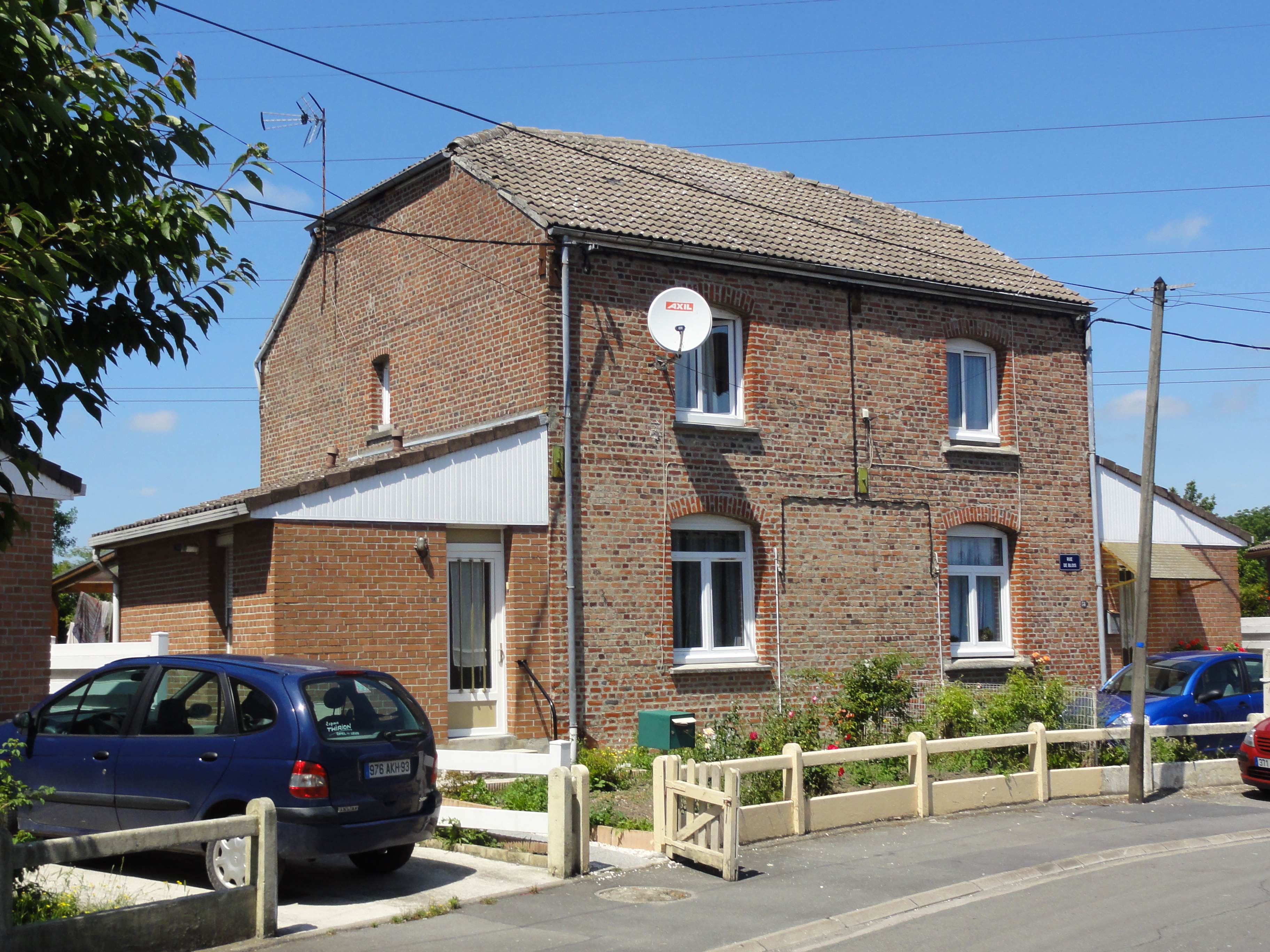
La cité-jardin.
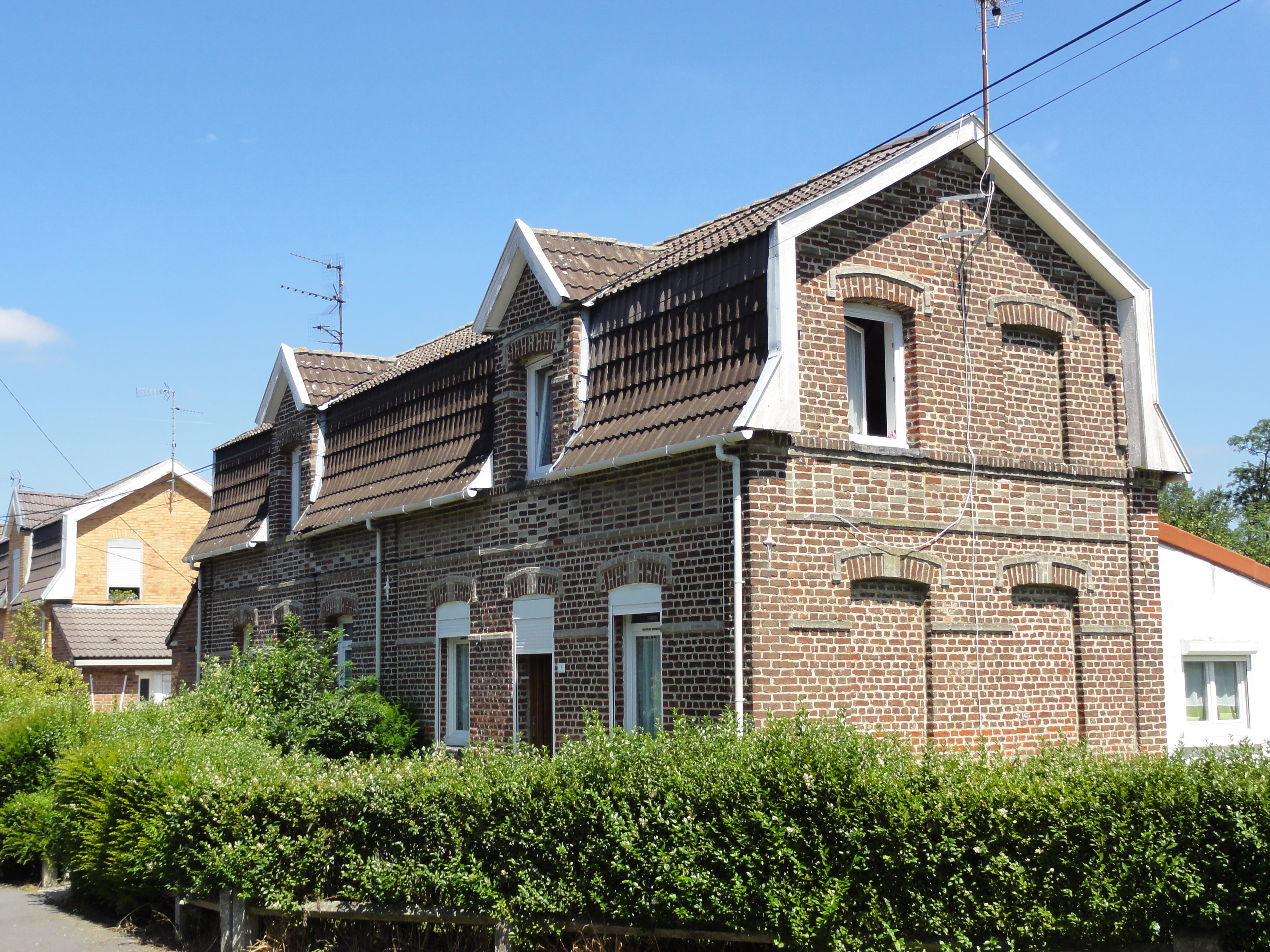
La cité pavillonnaire.
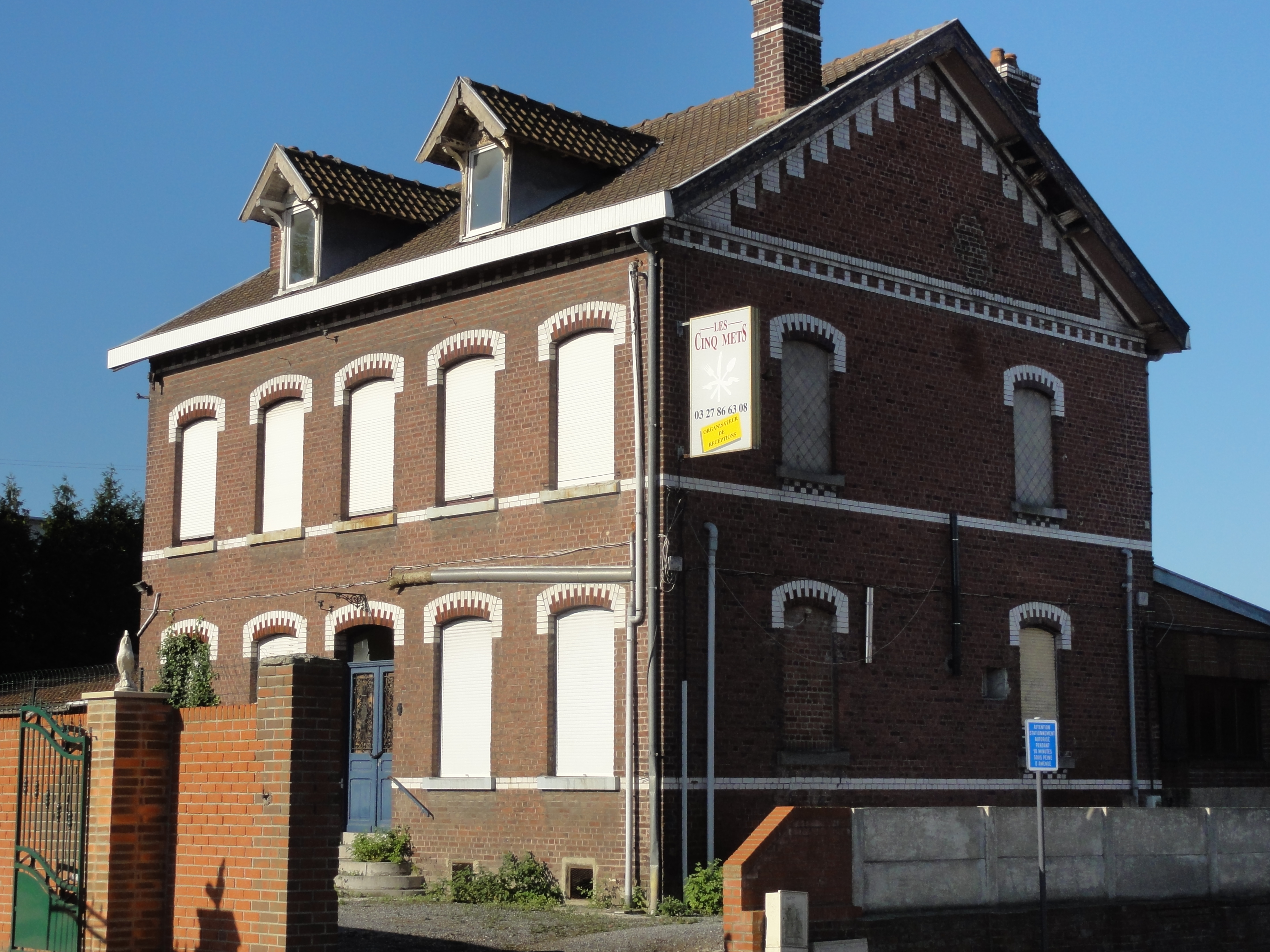
La cité pavillonnaire.
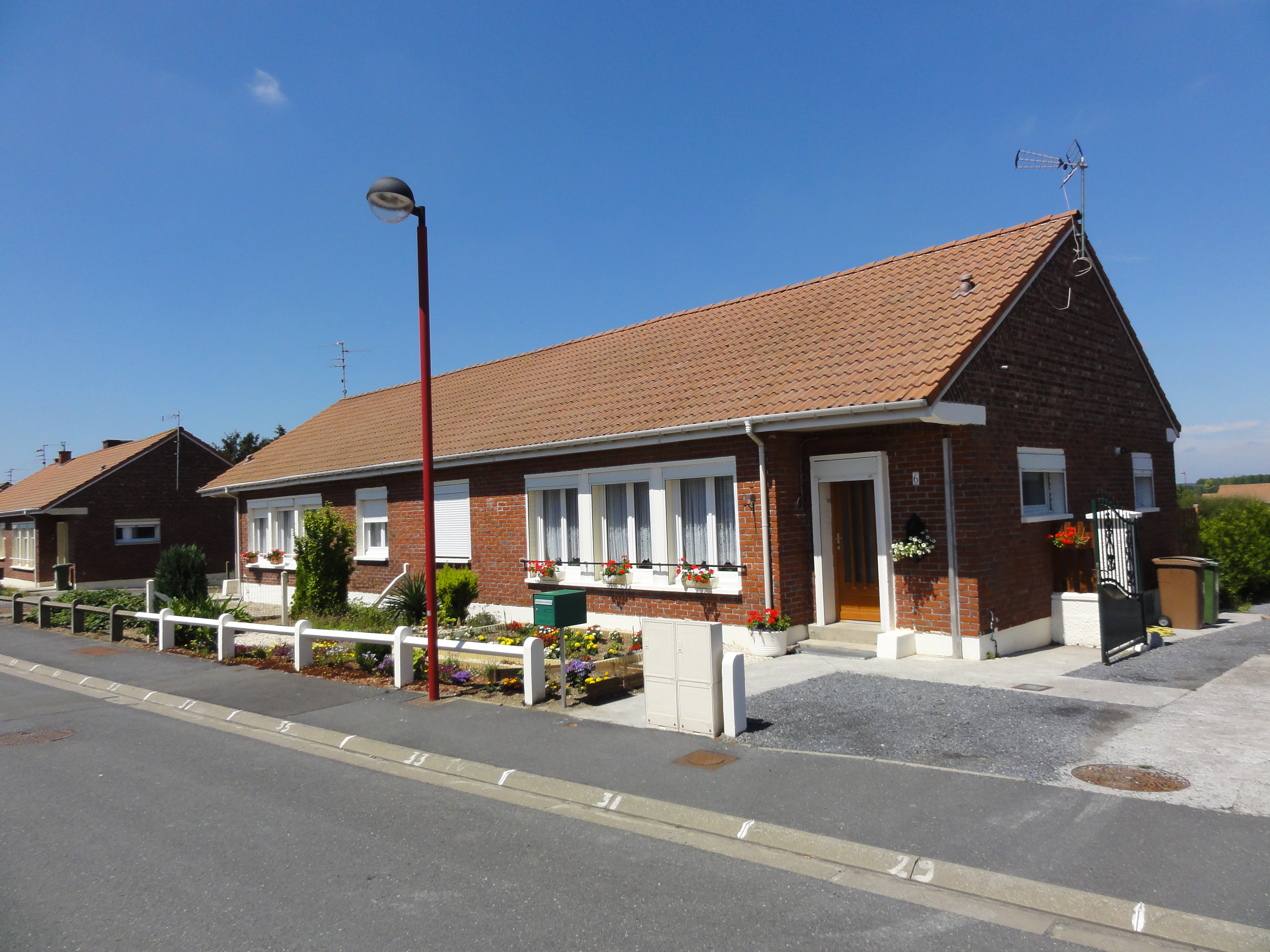
La cité moderne.
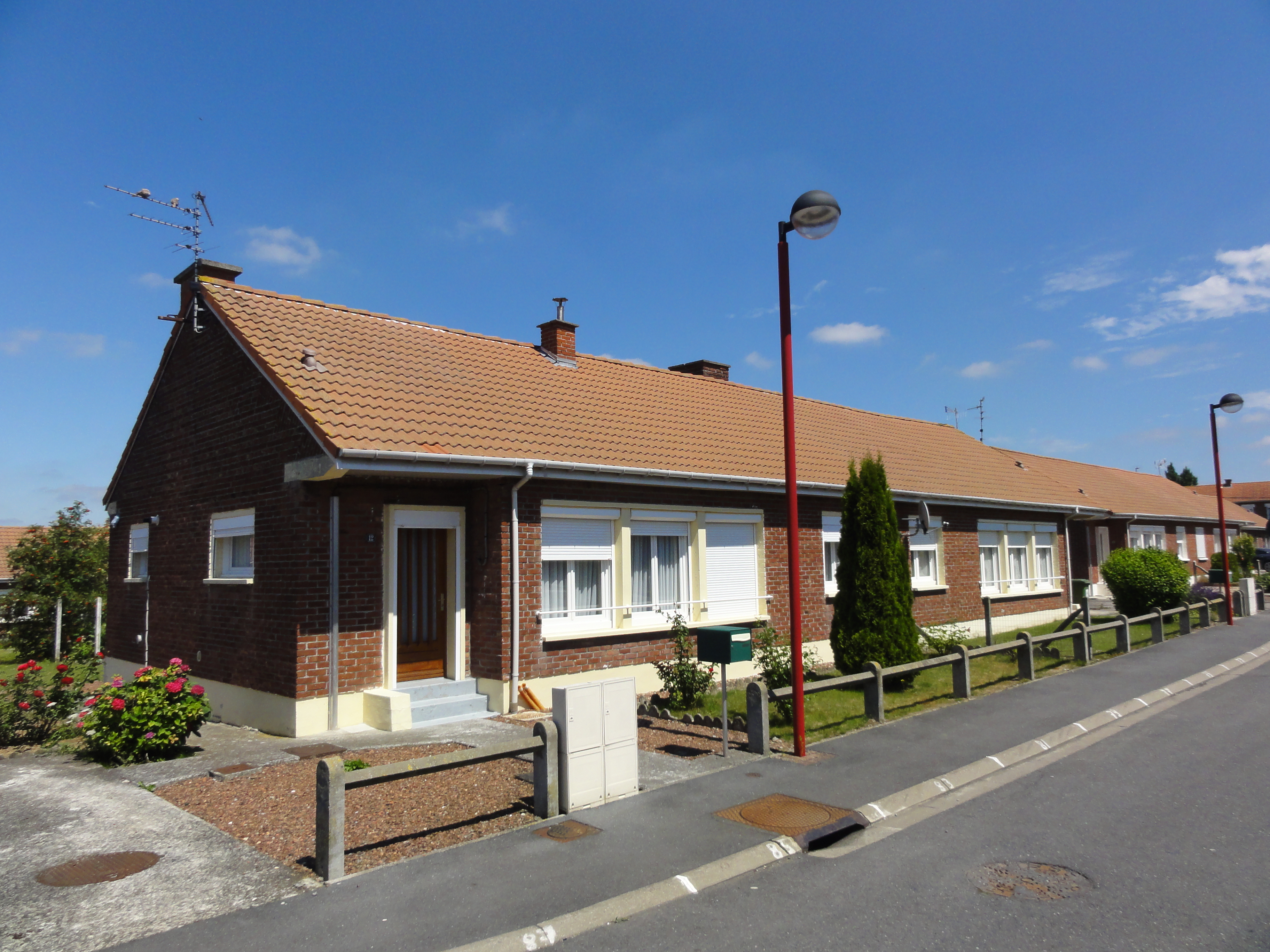
La cité moderne.

### Siteno38
Google Maps
Le site no 38, situé à Libercourt, est composée du terril n° 115, 2 du téléphérique, de la cité moderne de la Faisanderie, de son école, de son église Saint-Henri, de la cité moderne de la forêt, et de la cité pavillonnaire 1940.

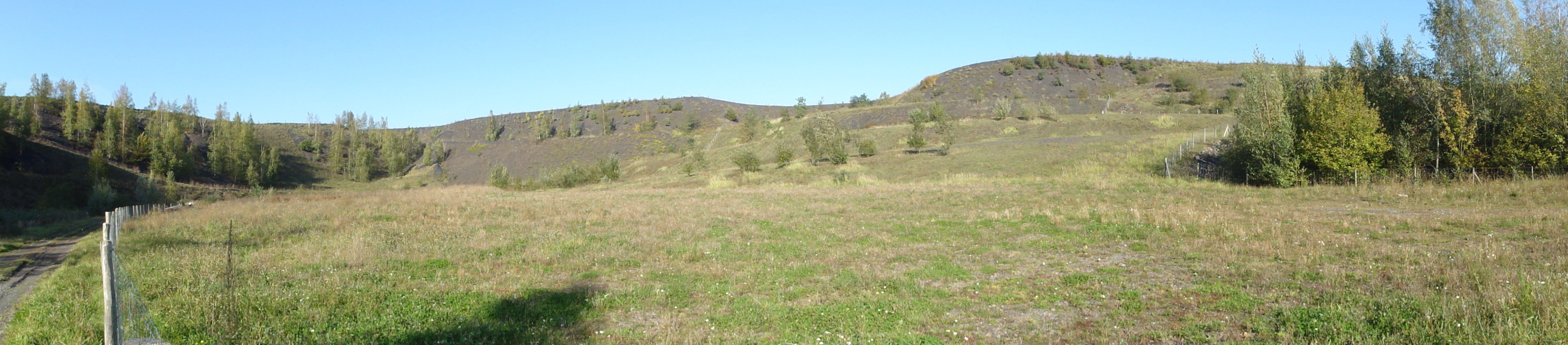
Le terril no 115.
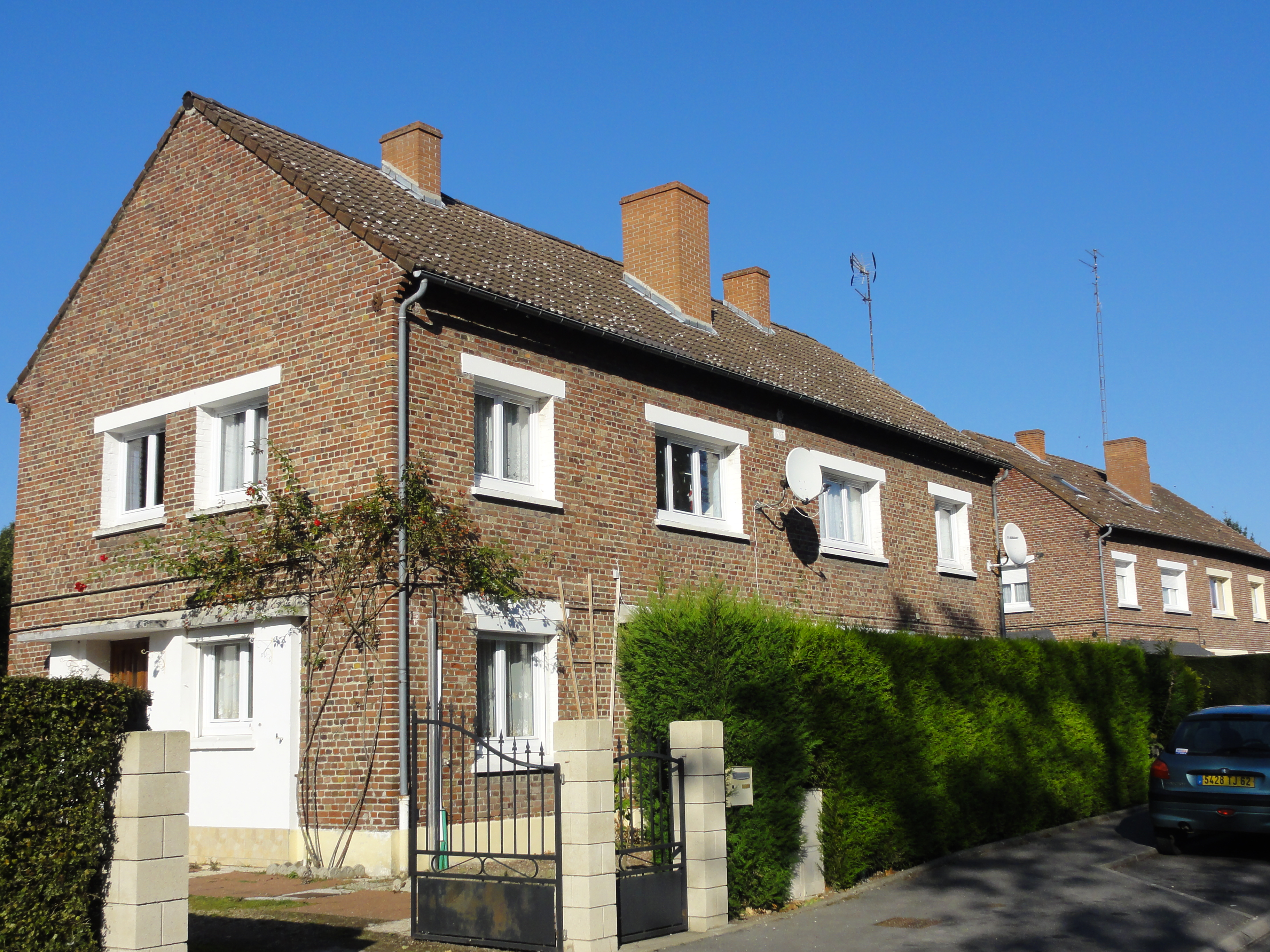
La cité de la Faisanderie.
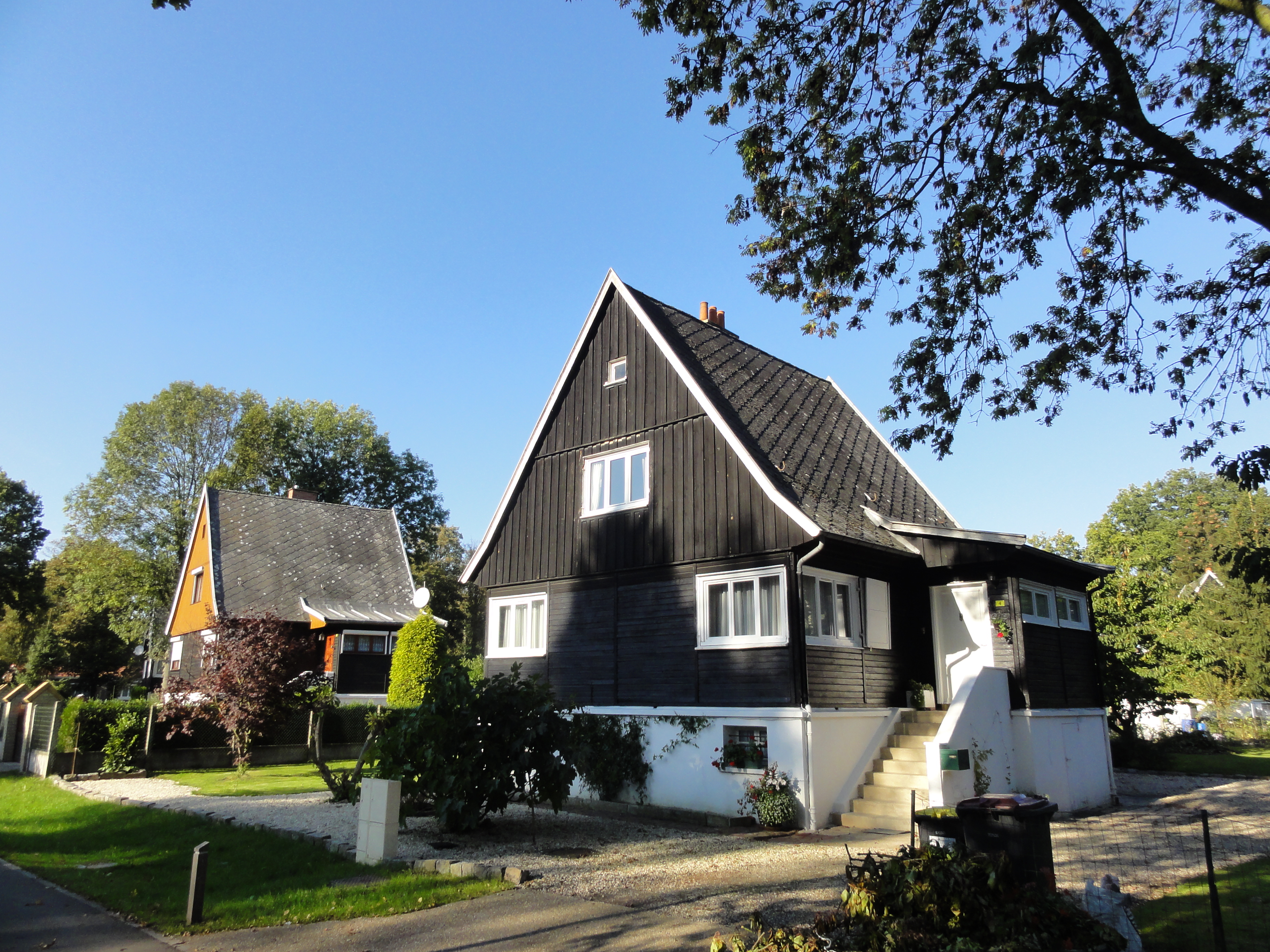
La cité de la Forêt.
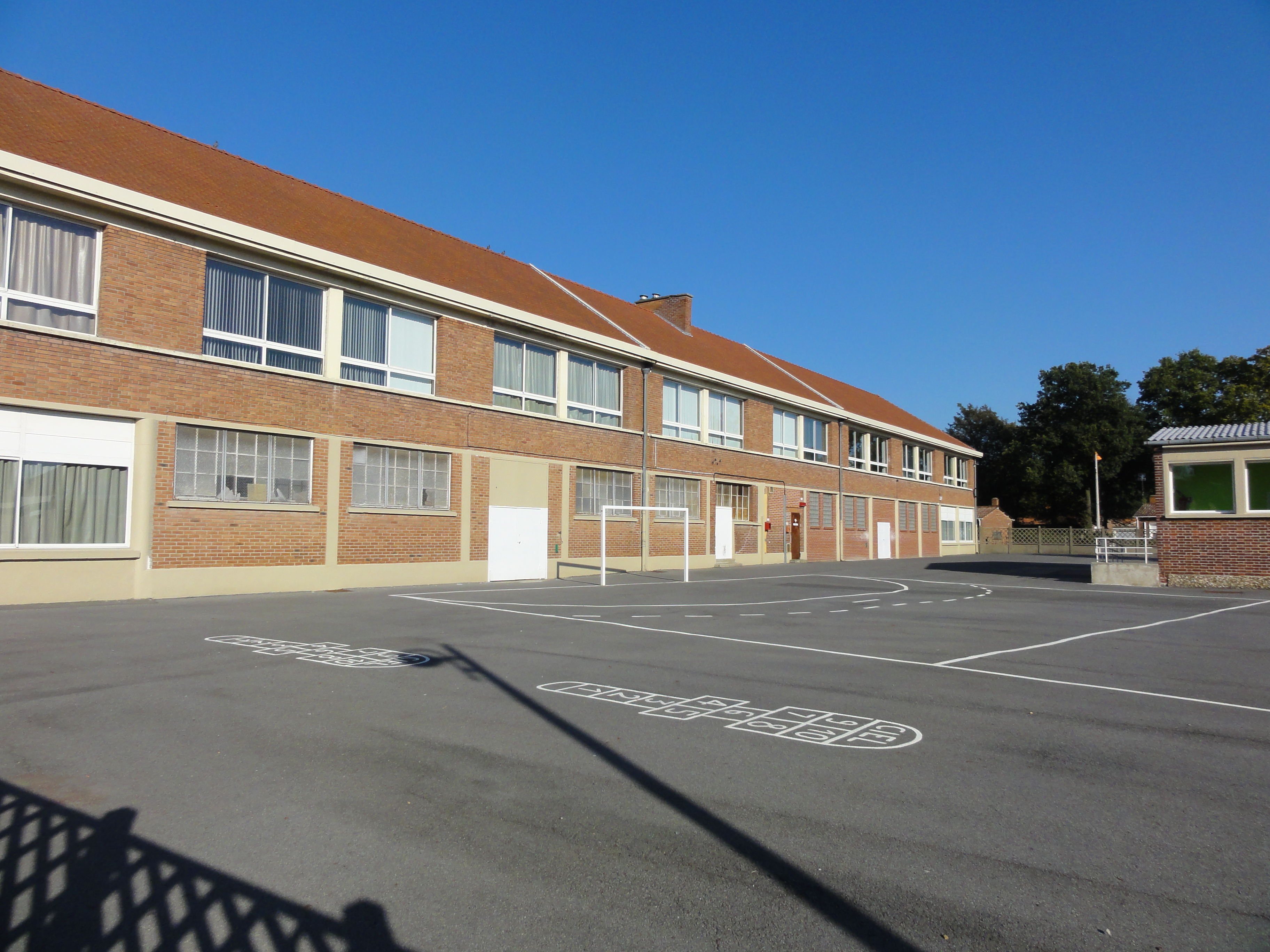
L'école.
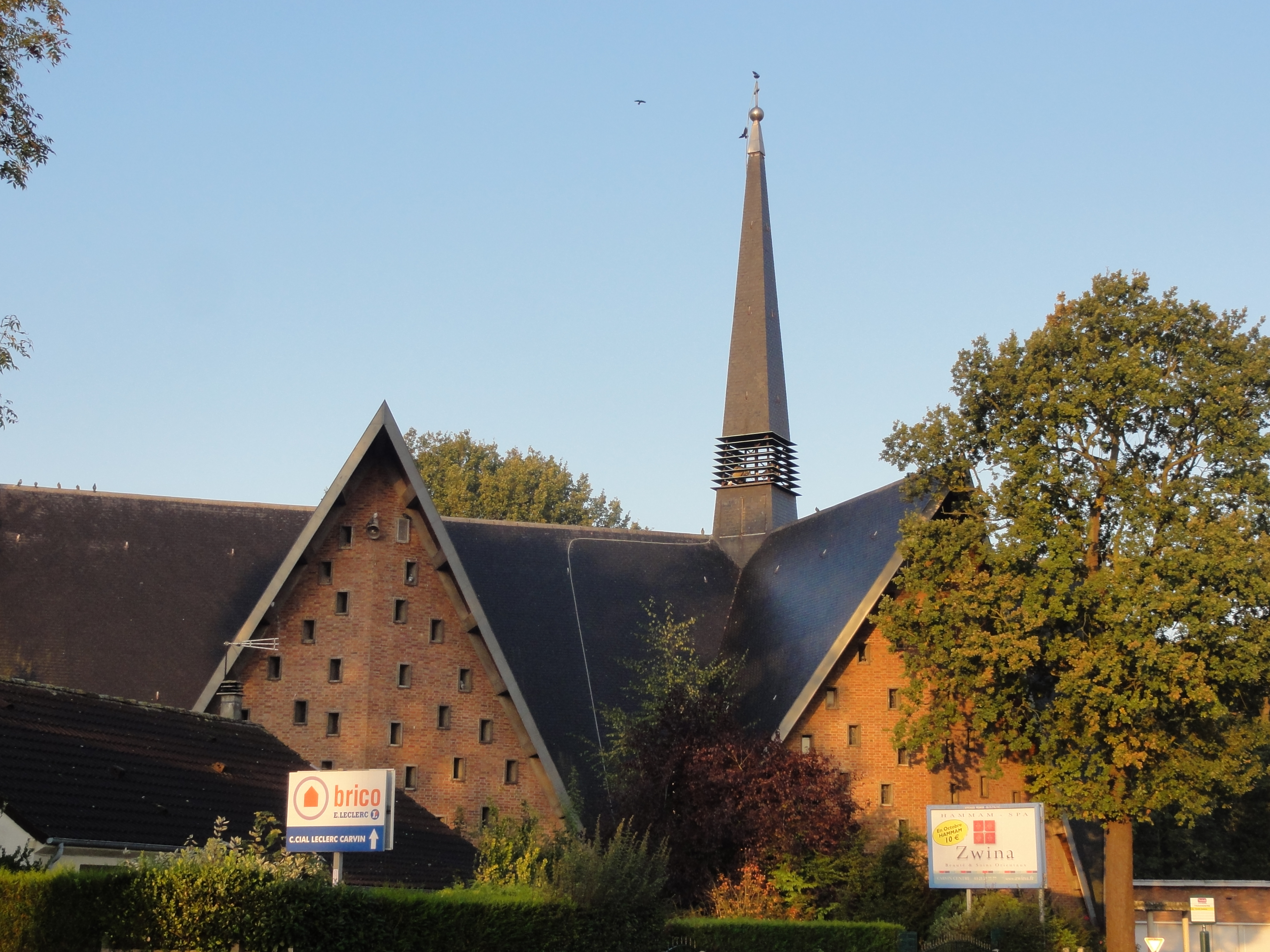
L'église.
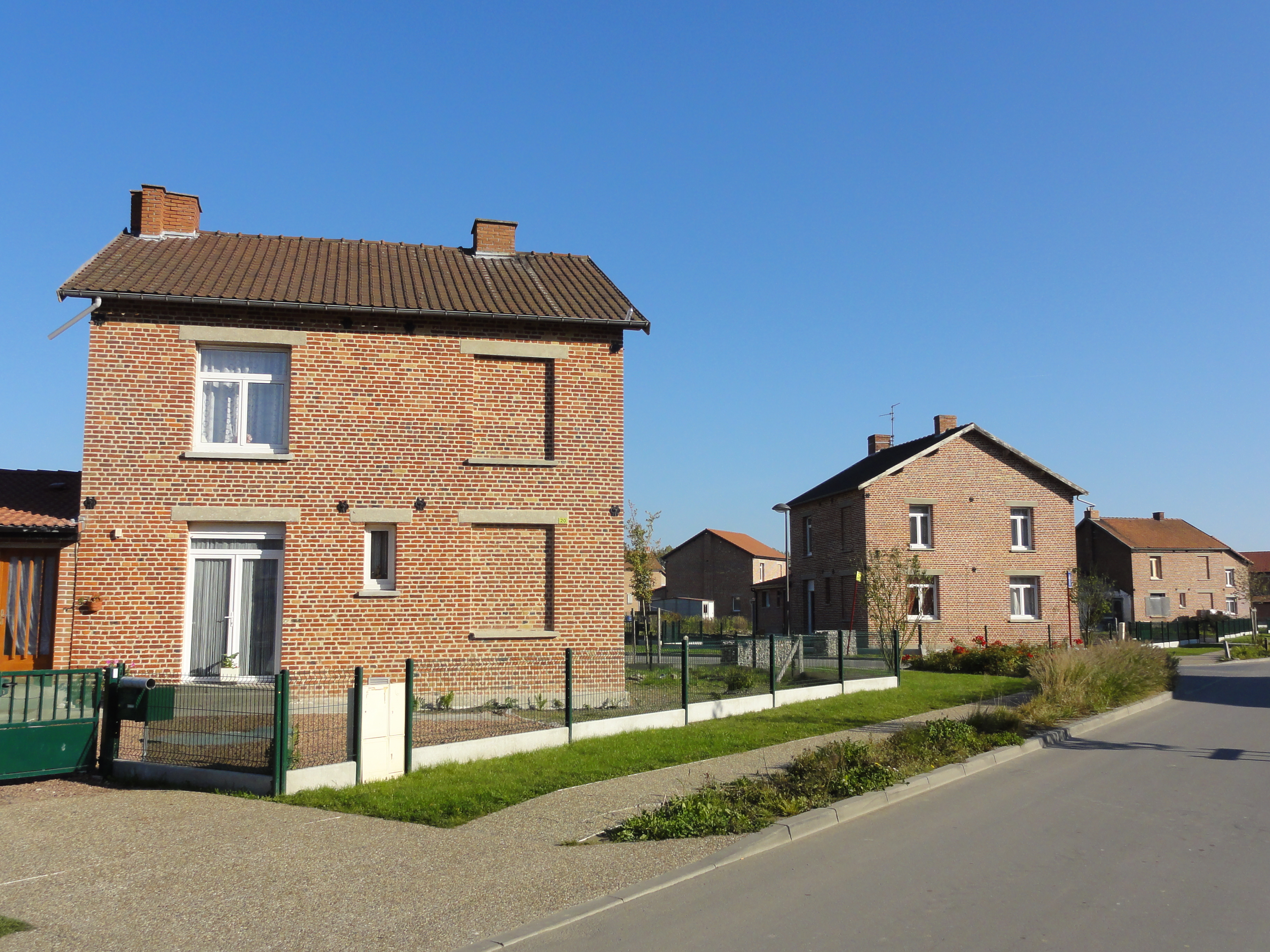
La cité 1940.

### Siteno39
Le site no 39 est constitué de la fosse no 2 des mines d'Ostricourt à Oignies, de sa mine-image, et du terril no 115A, 2 d'Oignies, situé quant à lui à Libercourt.

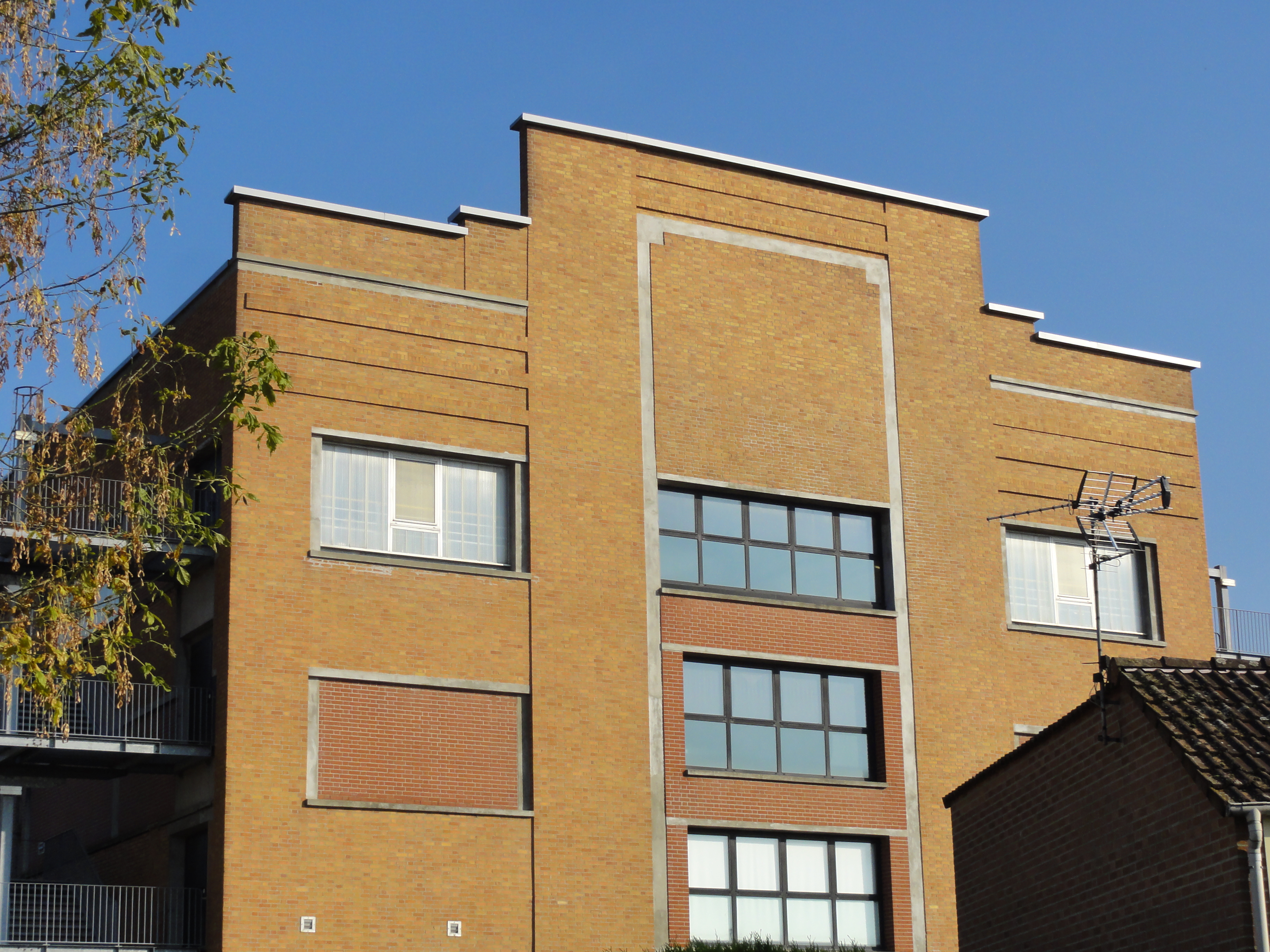
La salle des machines de la fosse no 2.
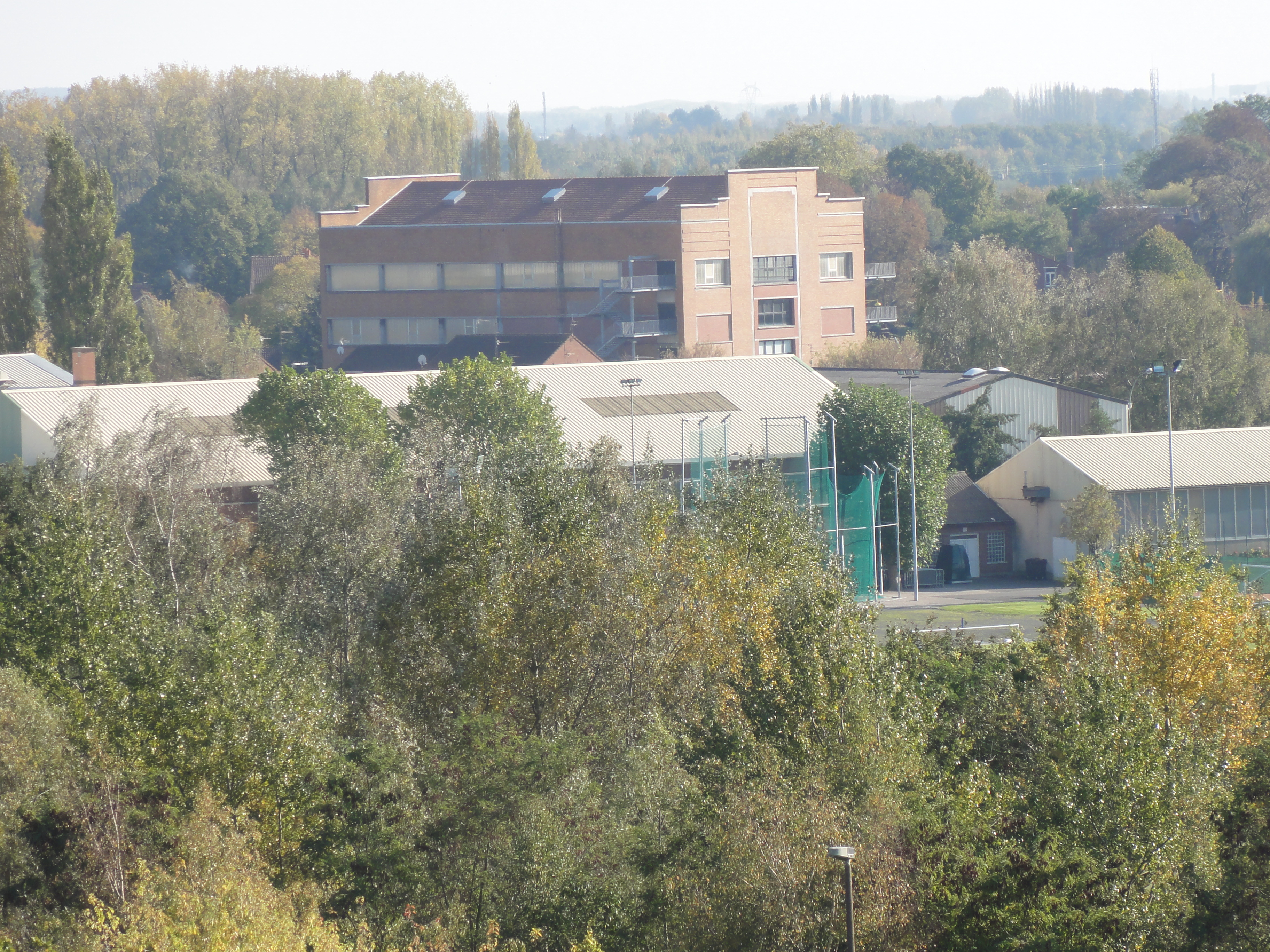
La salle des machines de la fosse no 2.
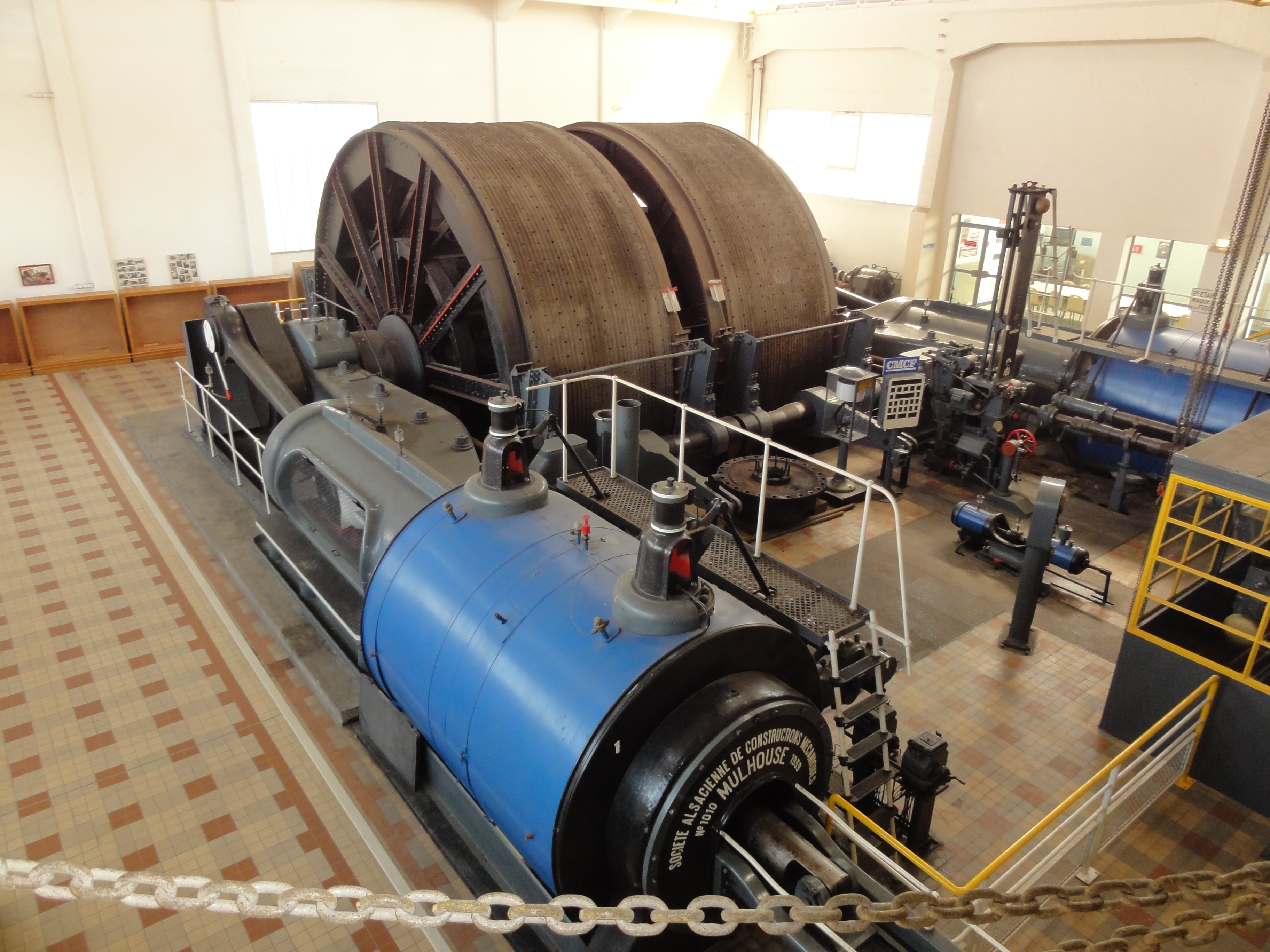
La machine d'extraction.
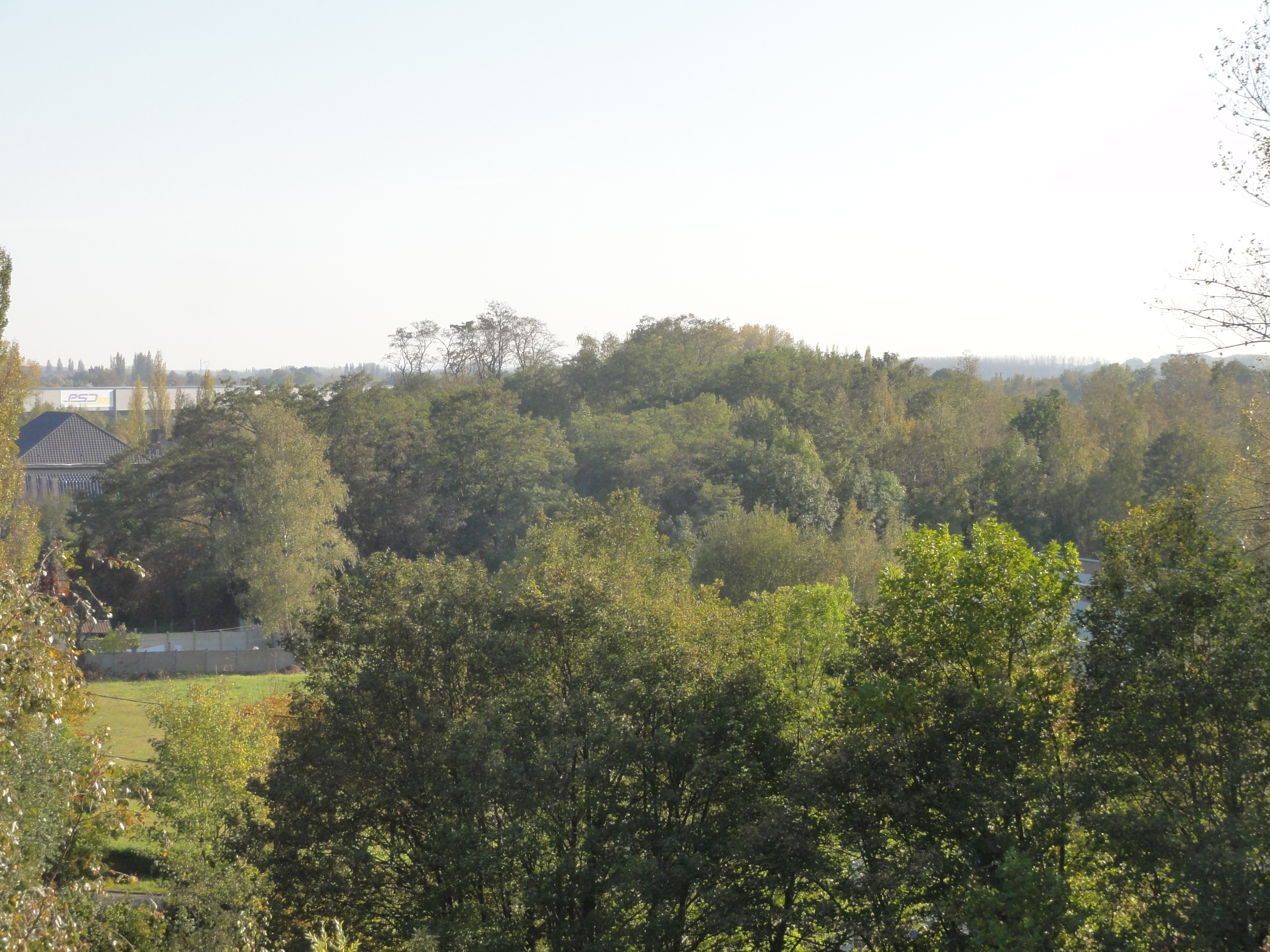
Le terril no 115A.
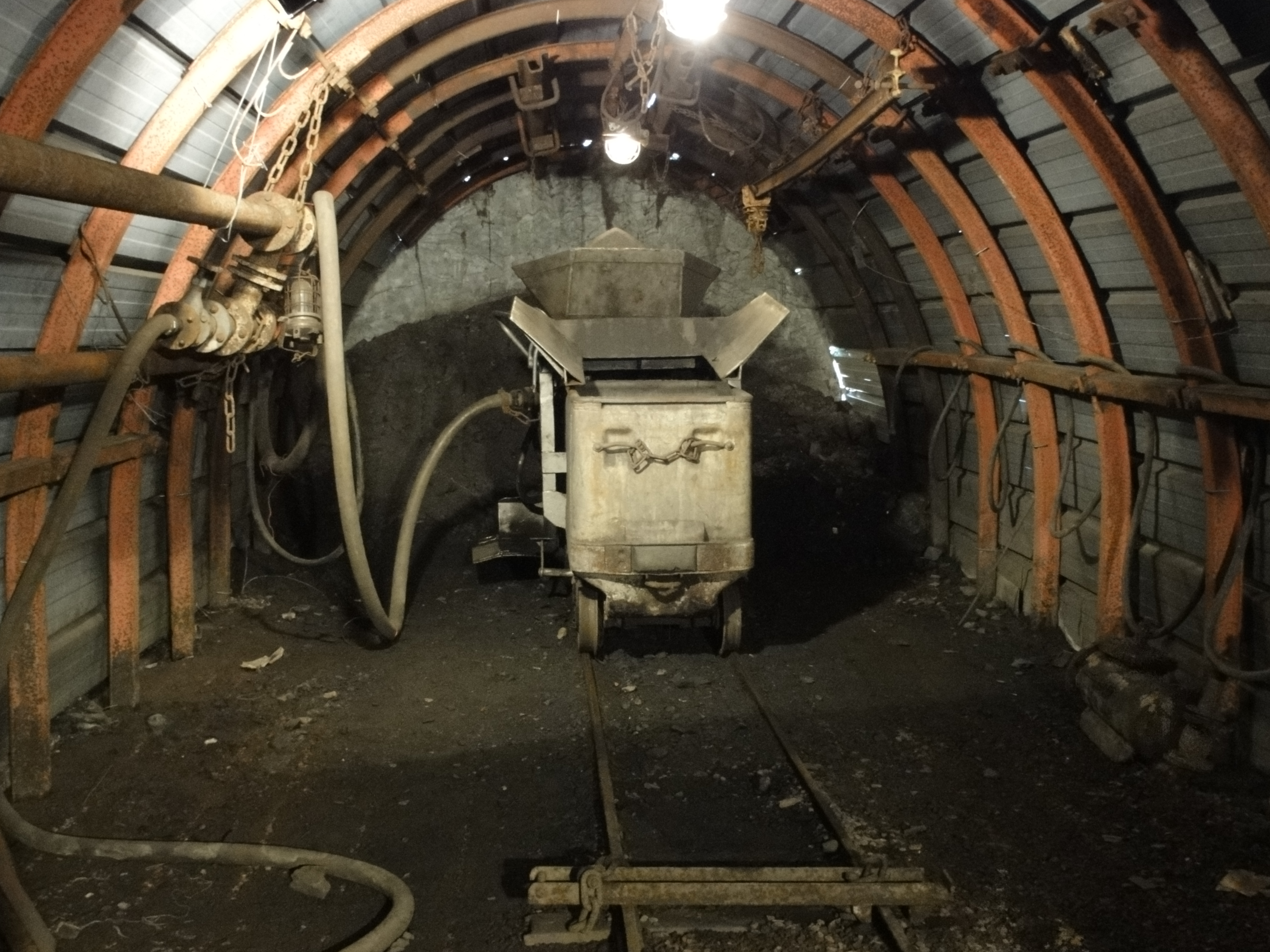
La mine-image.
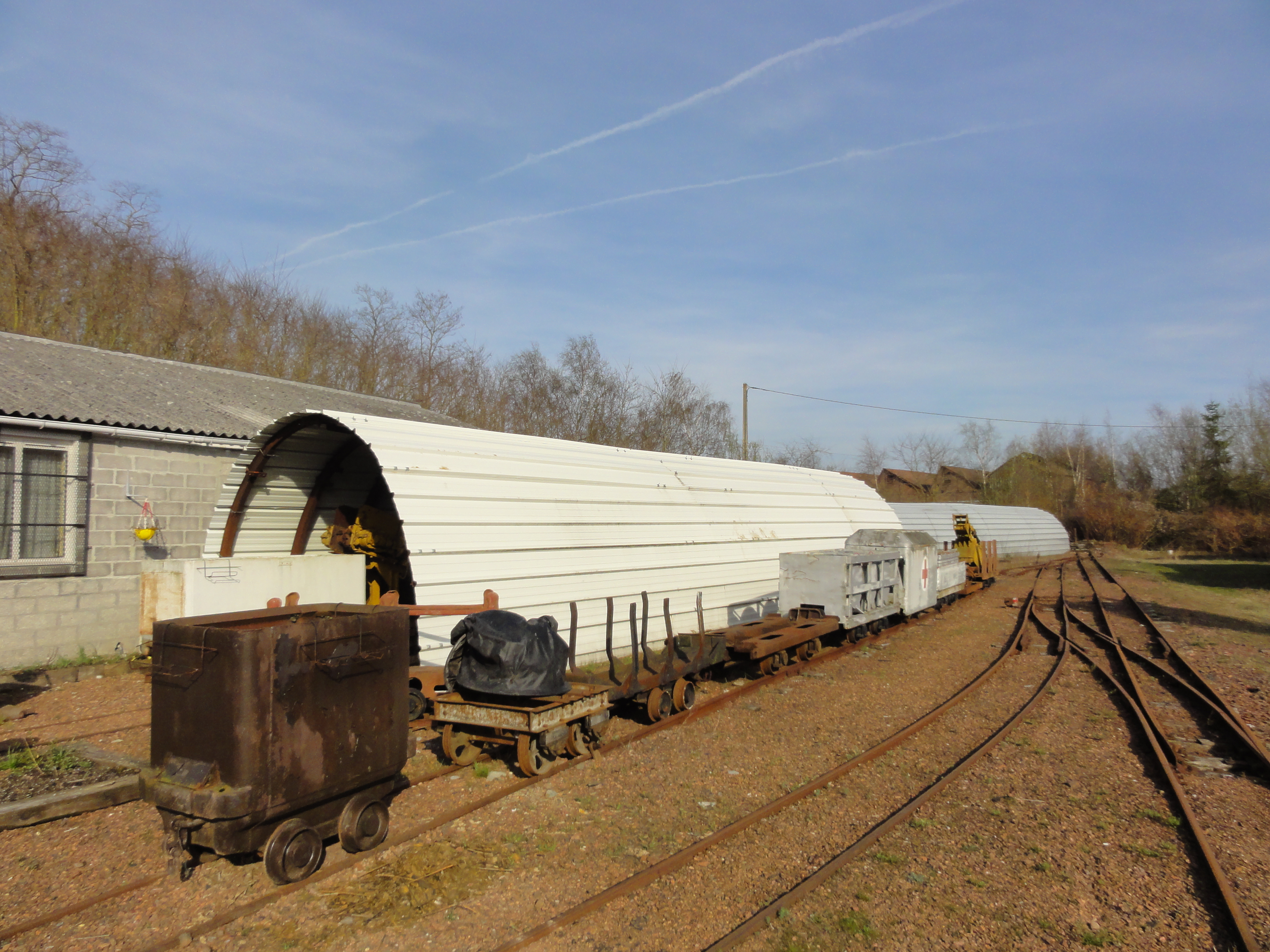
La mine-image.

### Siteno40
Le site no 40 est formé par l'hôtel de ville de Carvin.

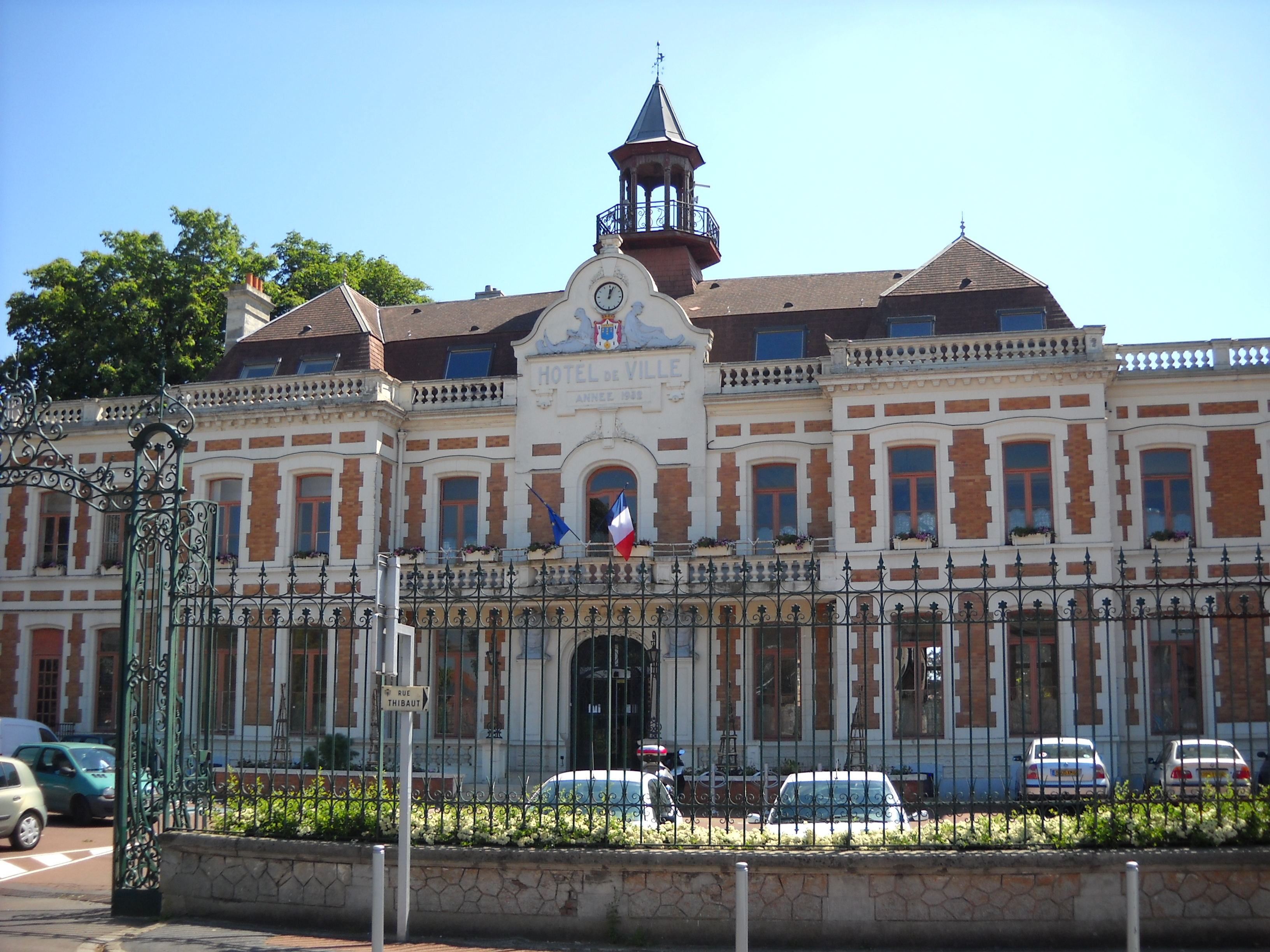
L'hôtel de ville.
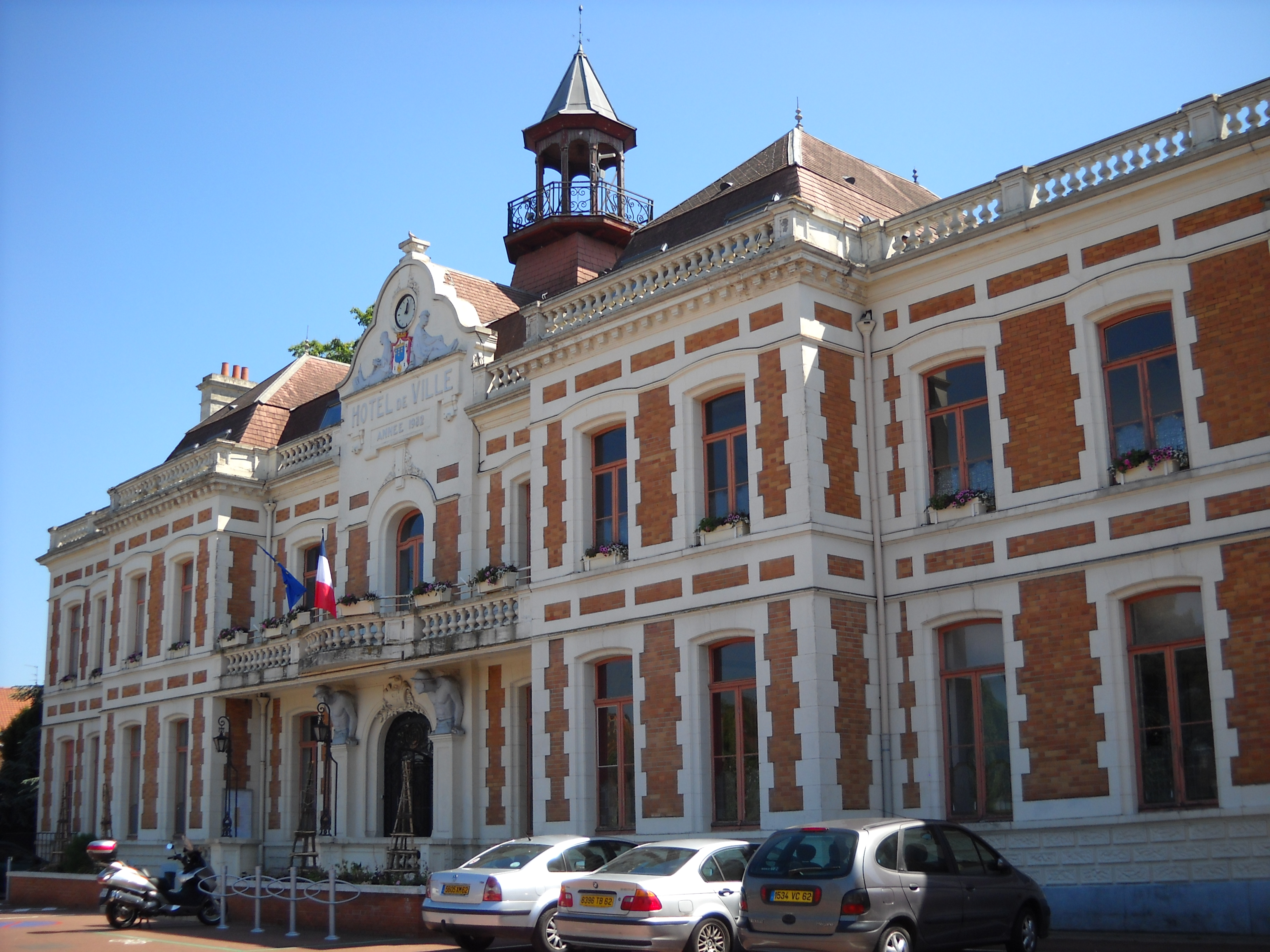
L'hôtel de ville.
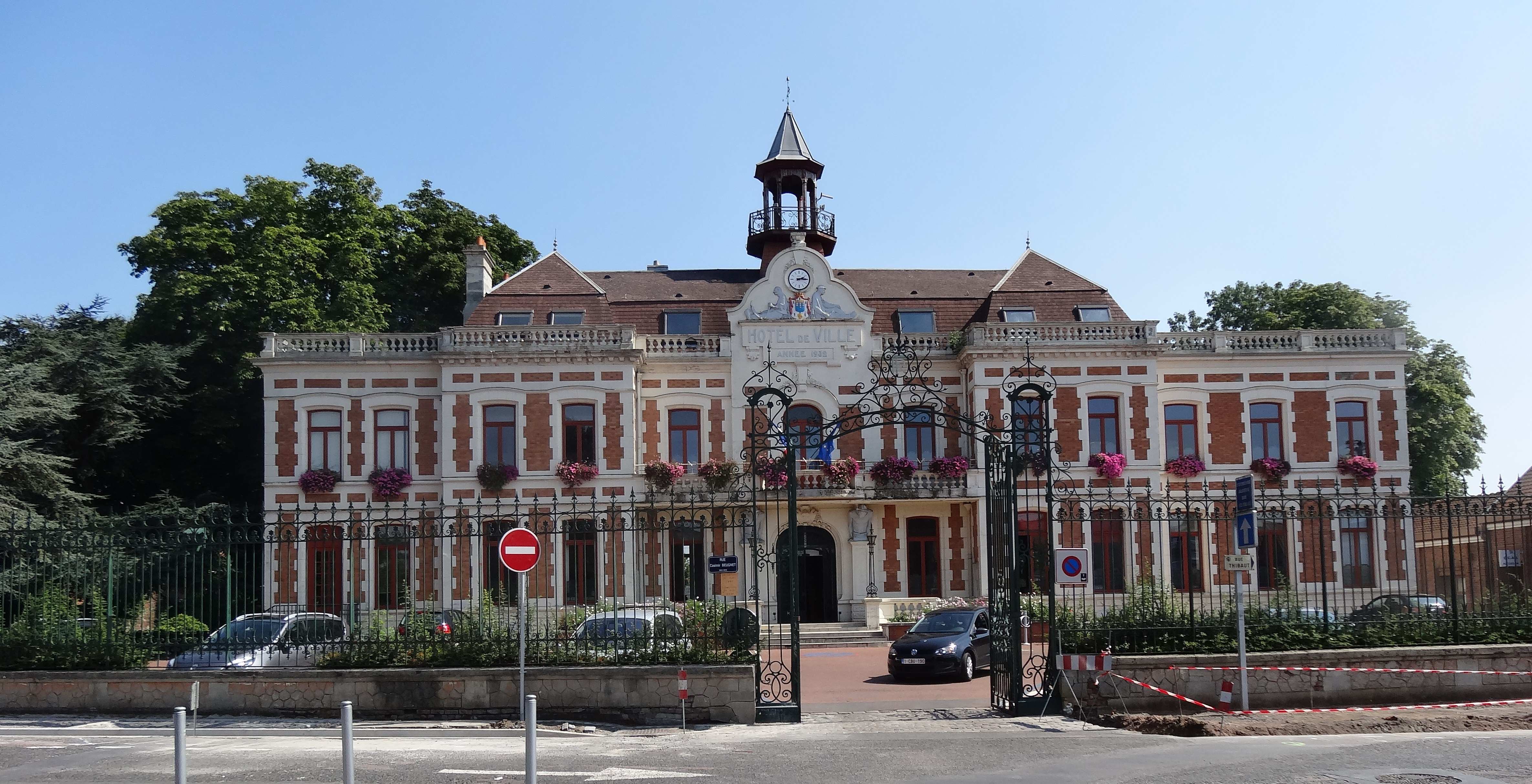
L'hôtel de ville.
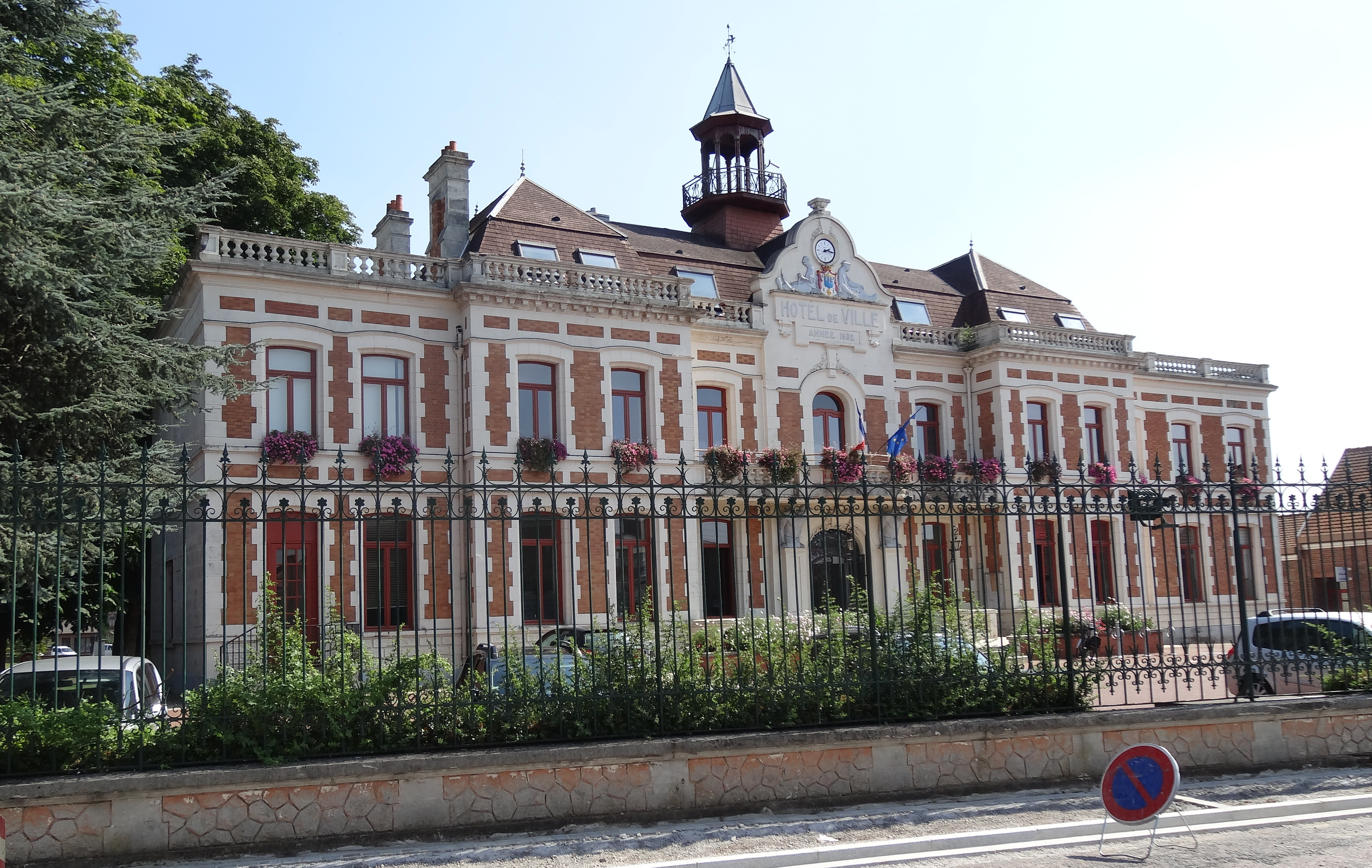
L'hôtel de ville.
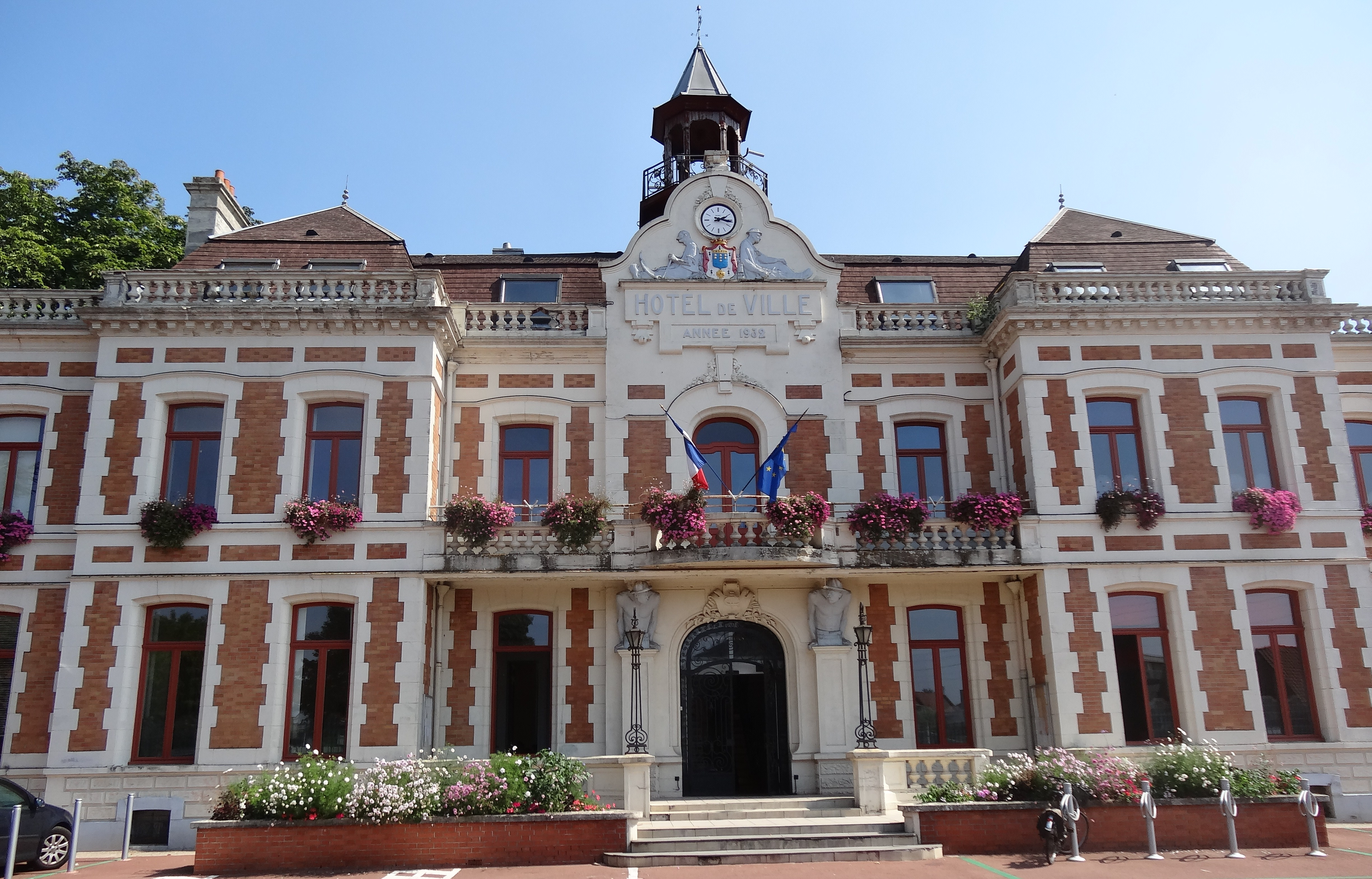
L'hôtel de ville.

### Siteno41
Le site no 41, à Oignies, est formé par le monument à Henriette de Clercq, fondatrice et dirigeante de la Compagnie des mines de Dourges.

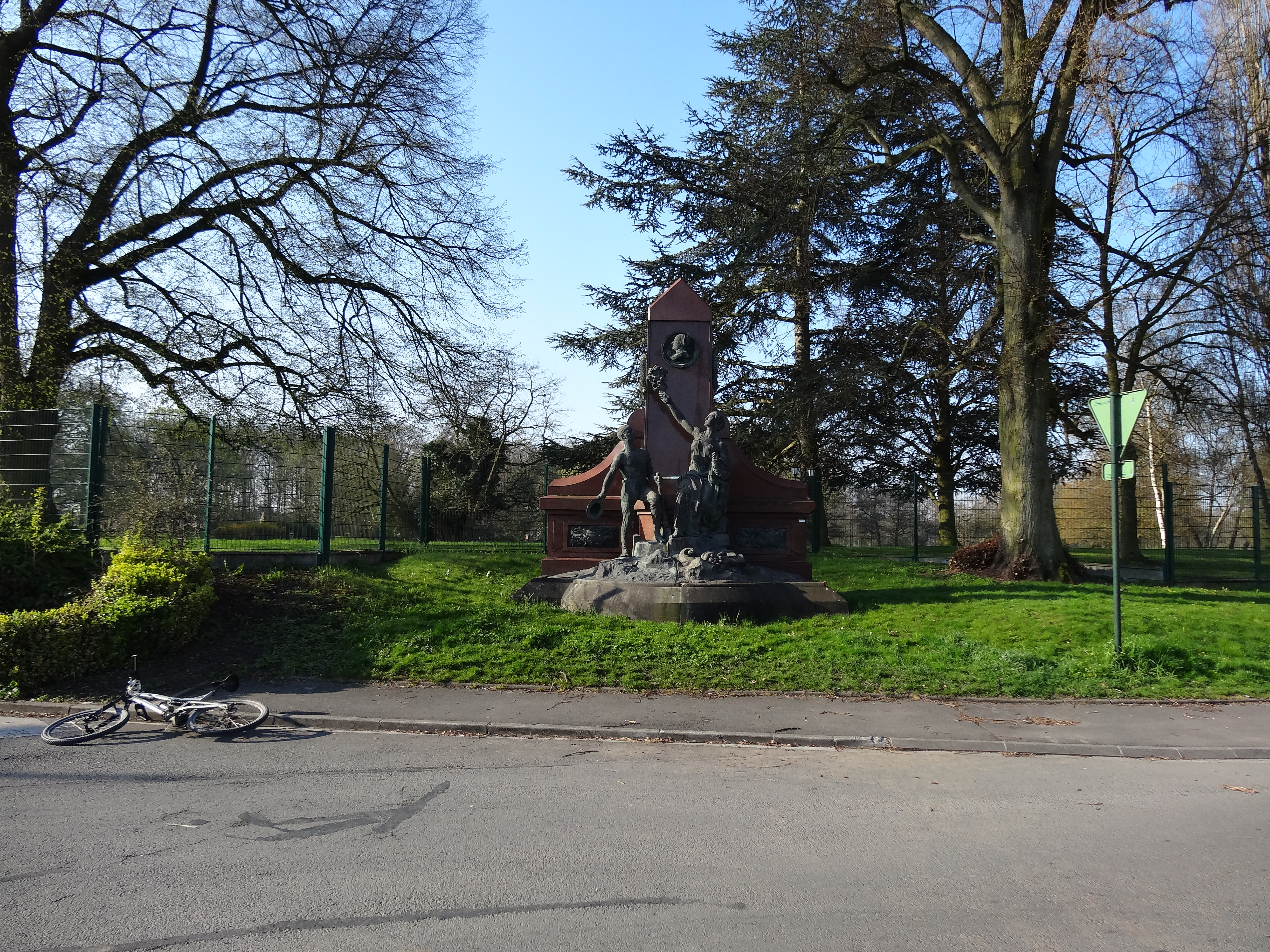
Le Monument.
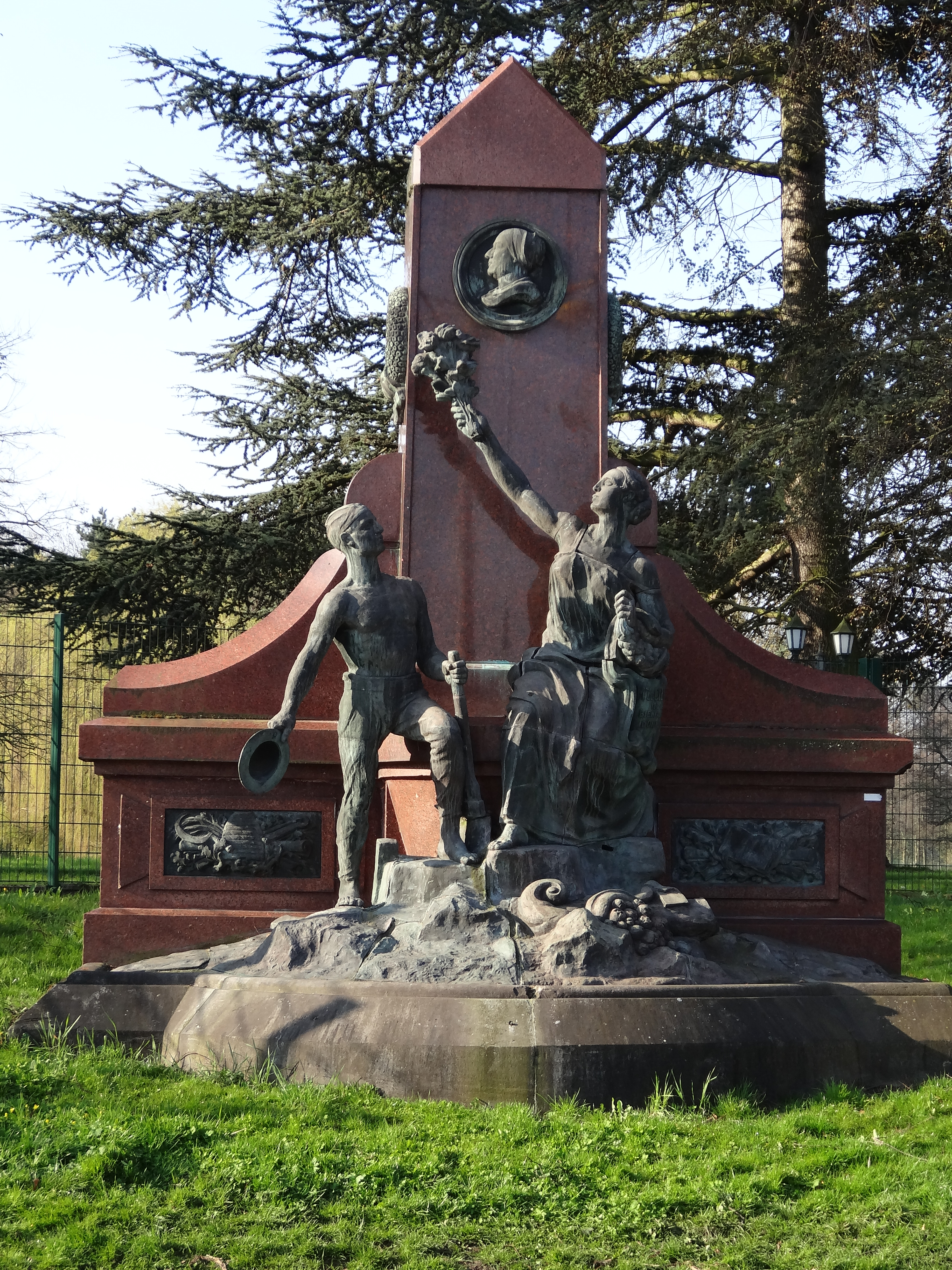
Le Monument.
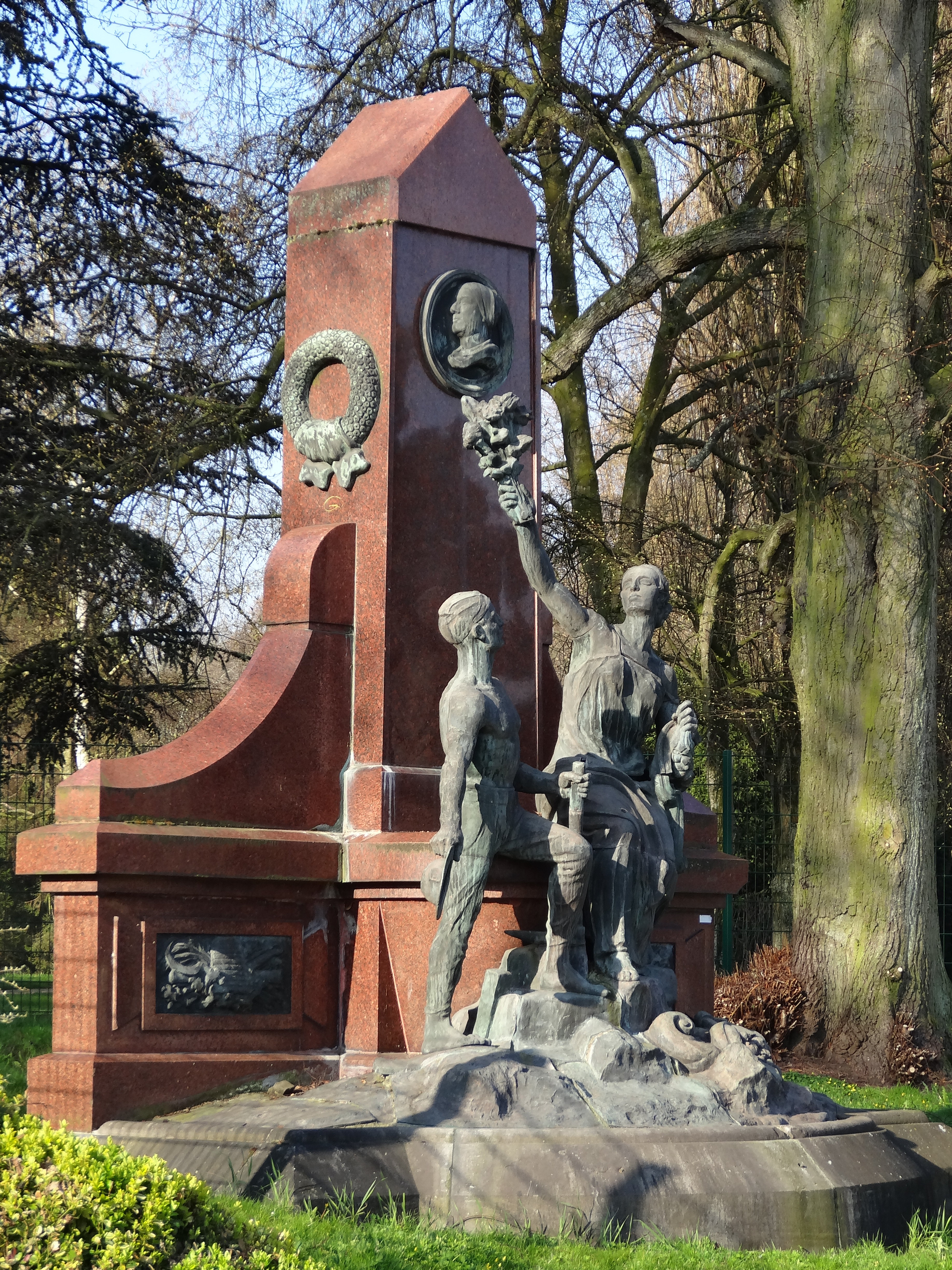
Le Monument.
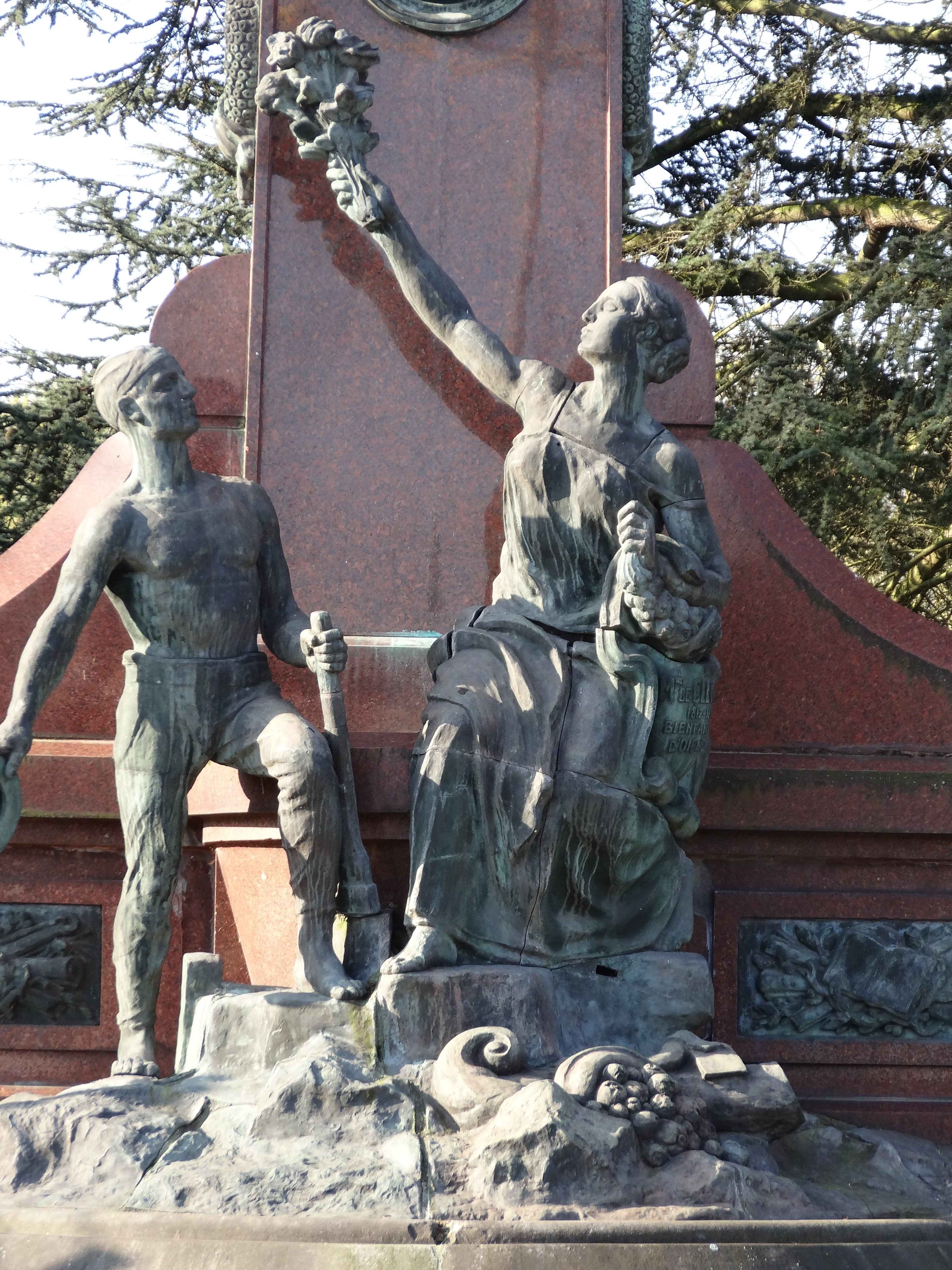
Le Monument.
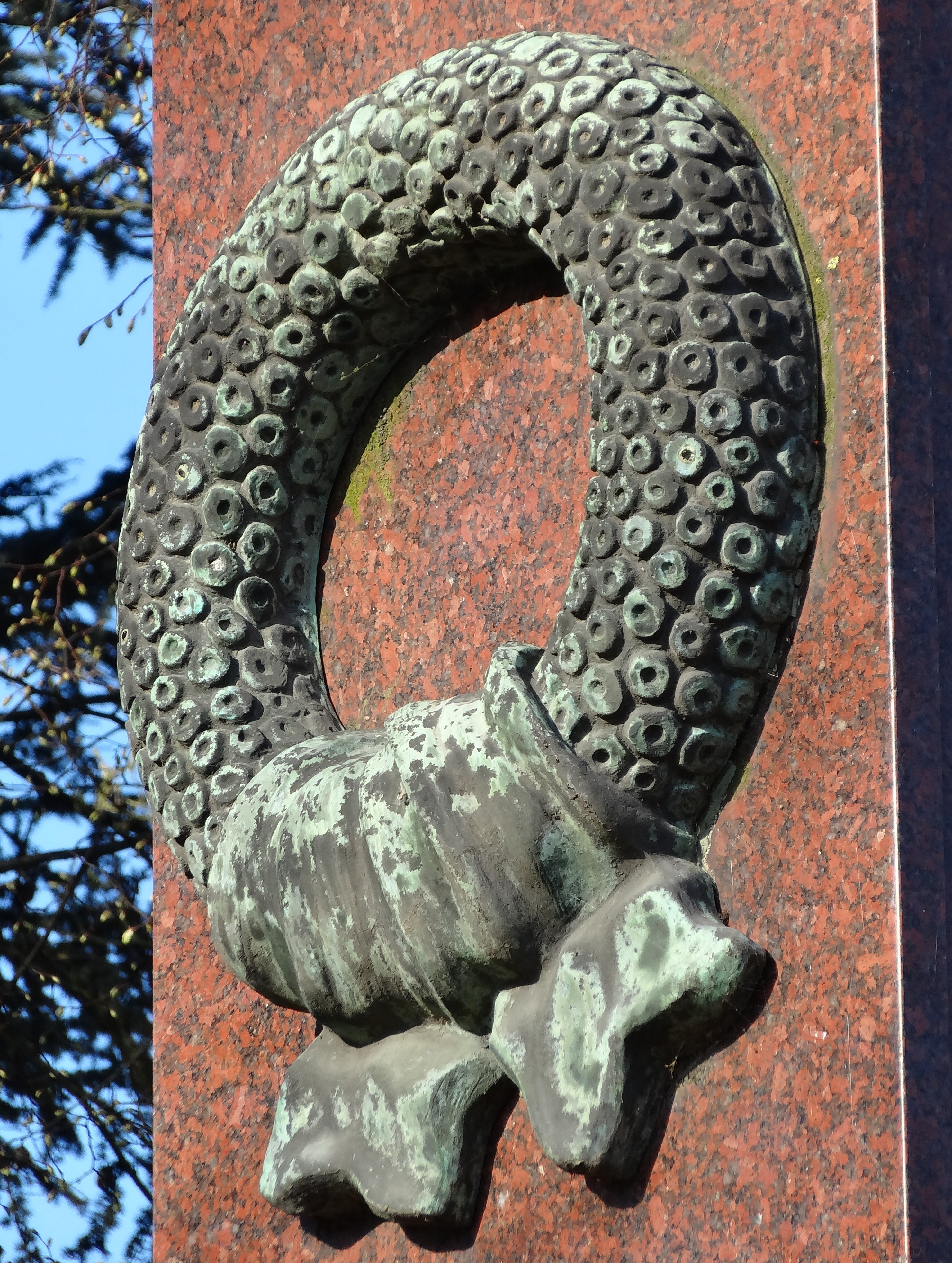
Le Monument.

### Siteno42
Le site no 42 est composé de la fosse no 9 - 9 bis des mines de Dourges à Oignies, le terril no 110, 9 de Dourges, la cité-jardin Declercq, un dispensaire de la Société de Secours Minière, la cité moderne des Bonniers, et, sur le territoire de Dourges, les terrils nos 116 et 117, 10 d'Oignies,, issus quant à eux de la fosse no 10 du Groupe d'Oignies.

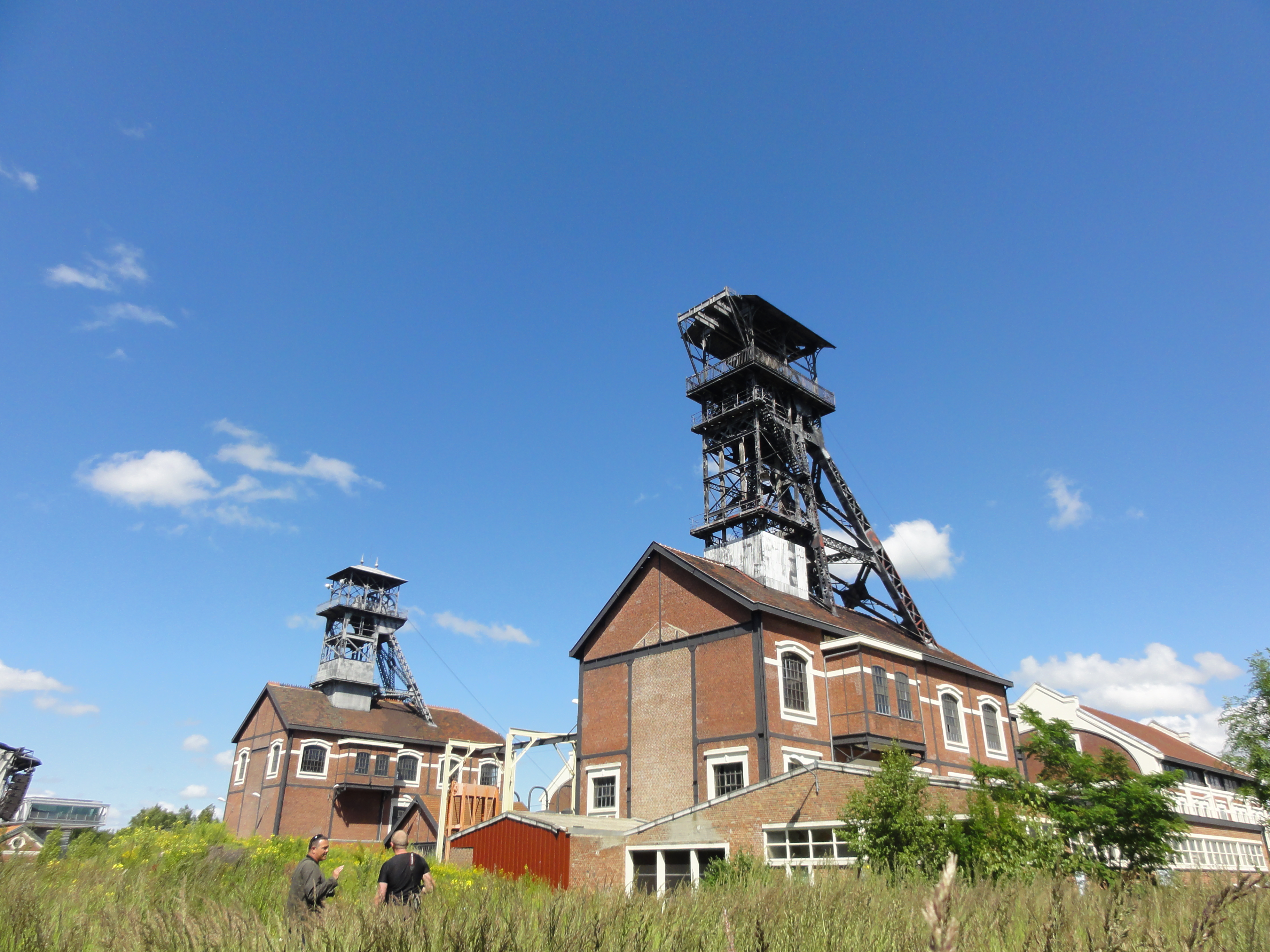
Vue arrière de la fosse no 9 - 9 bis.
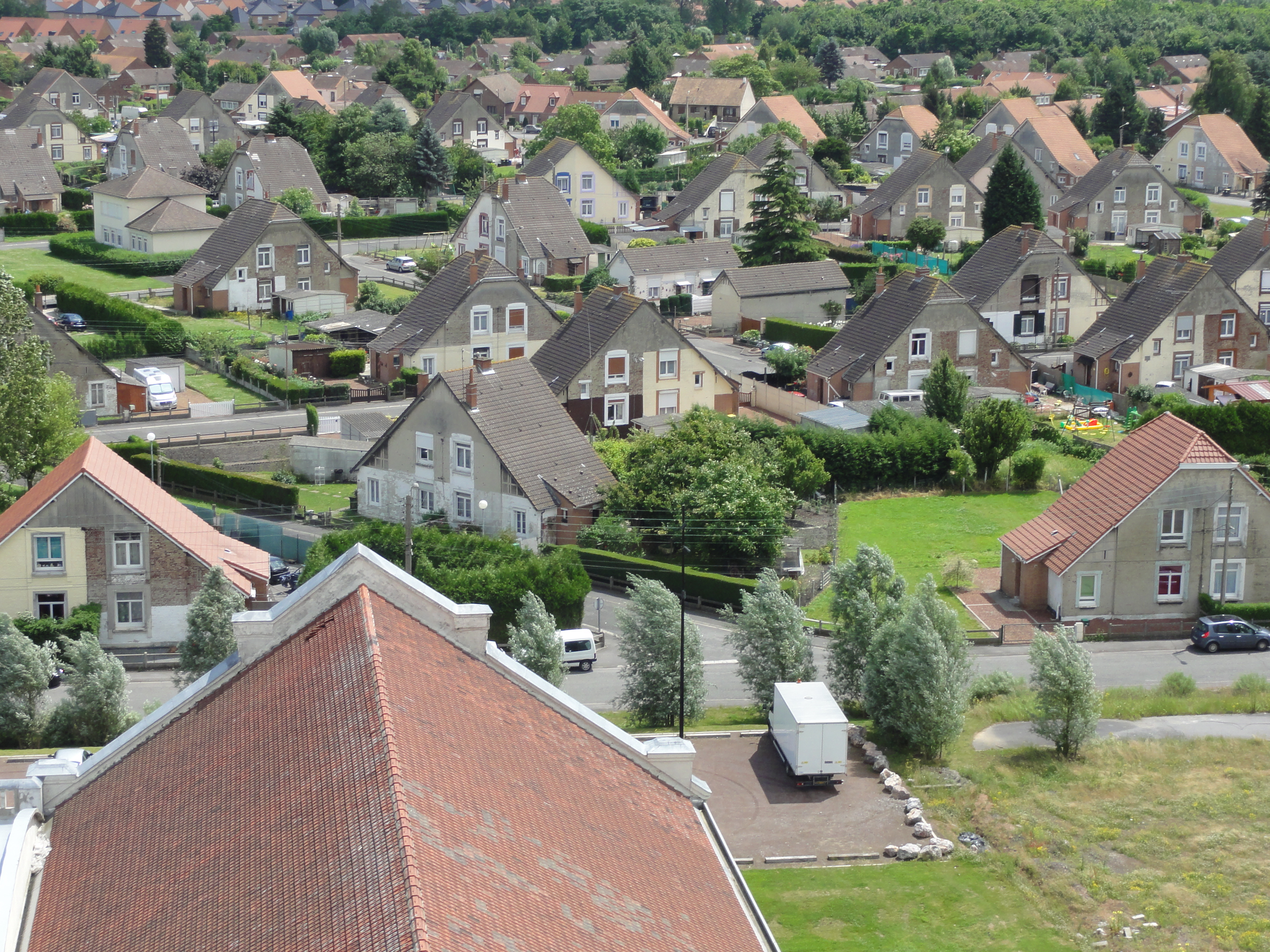
la cité-jardin Declercq.
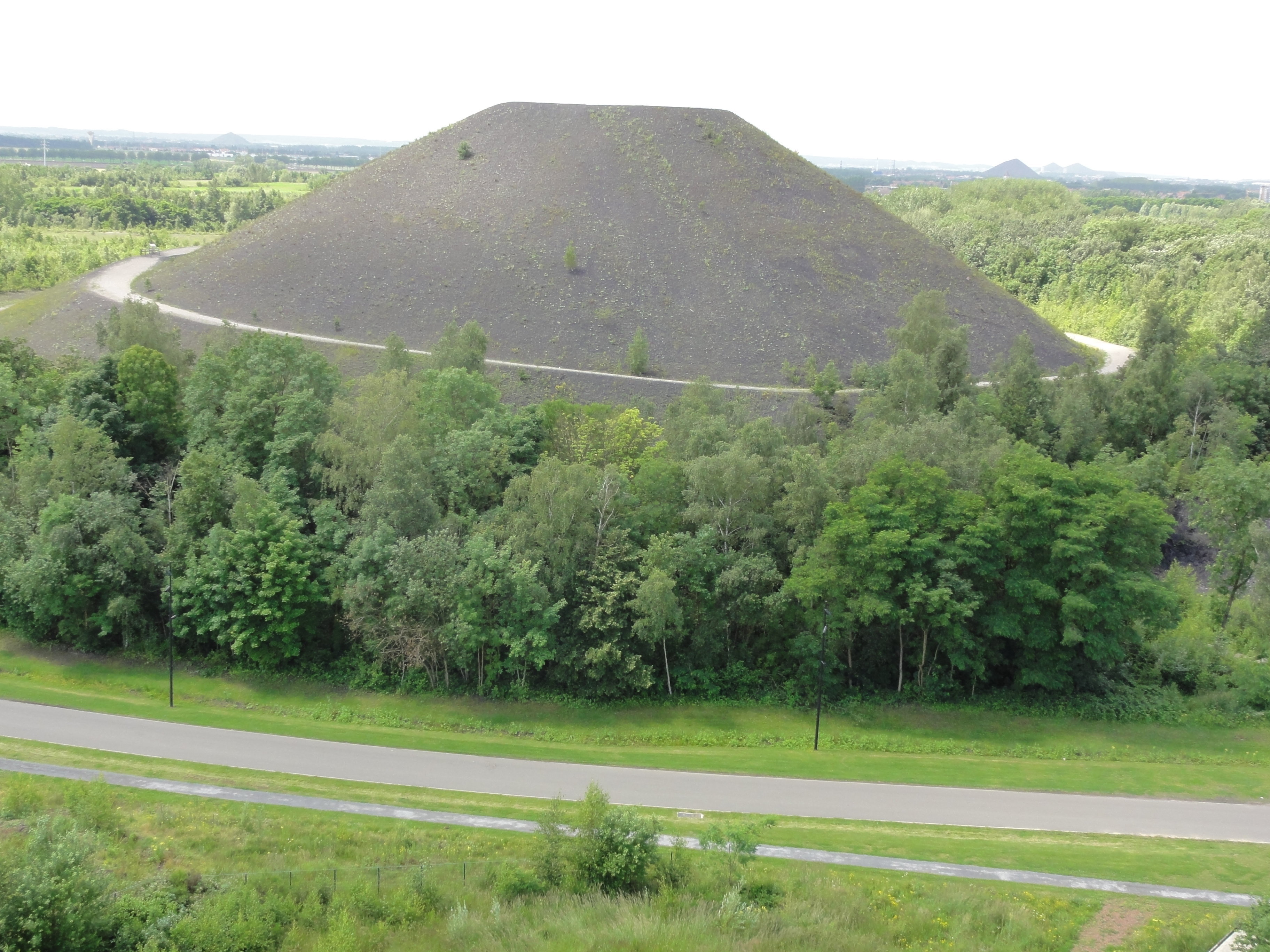
Le terril no 110.
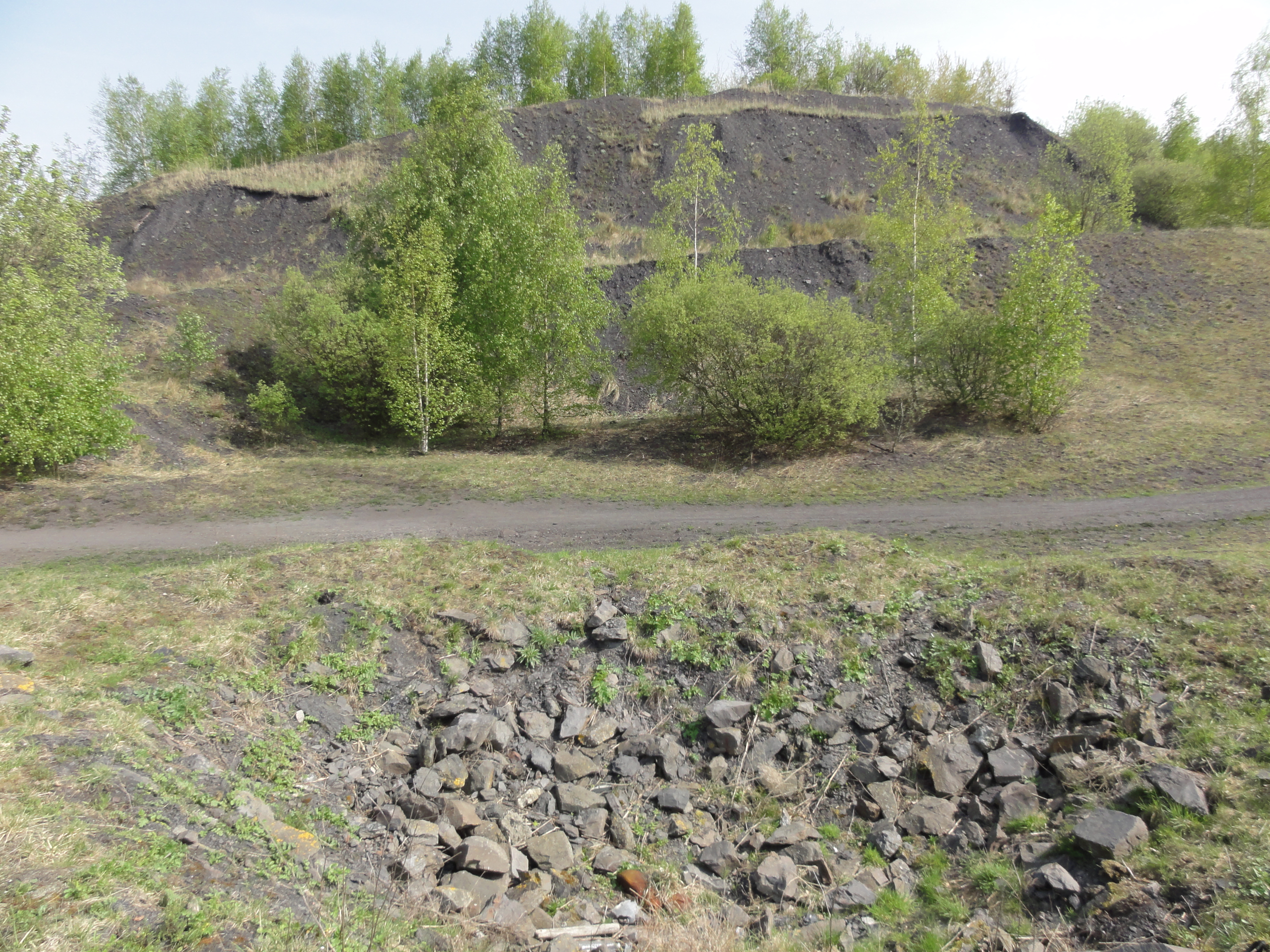
Les terrils nos 116 et 117.
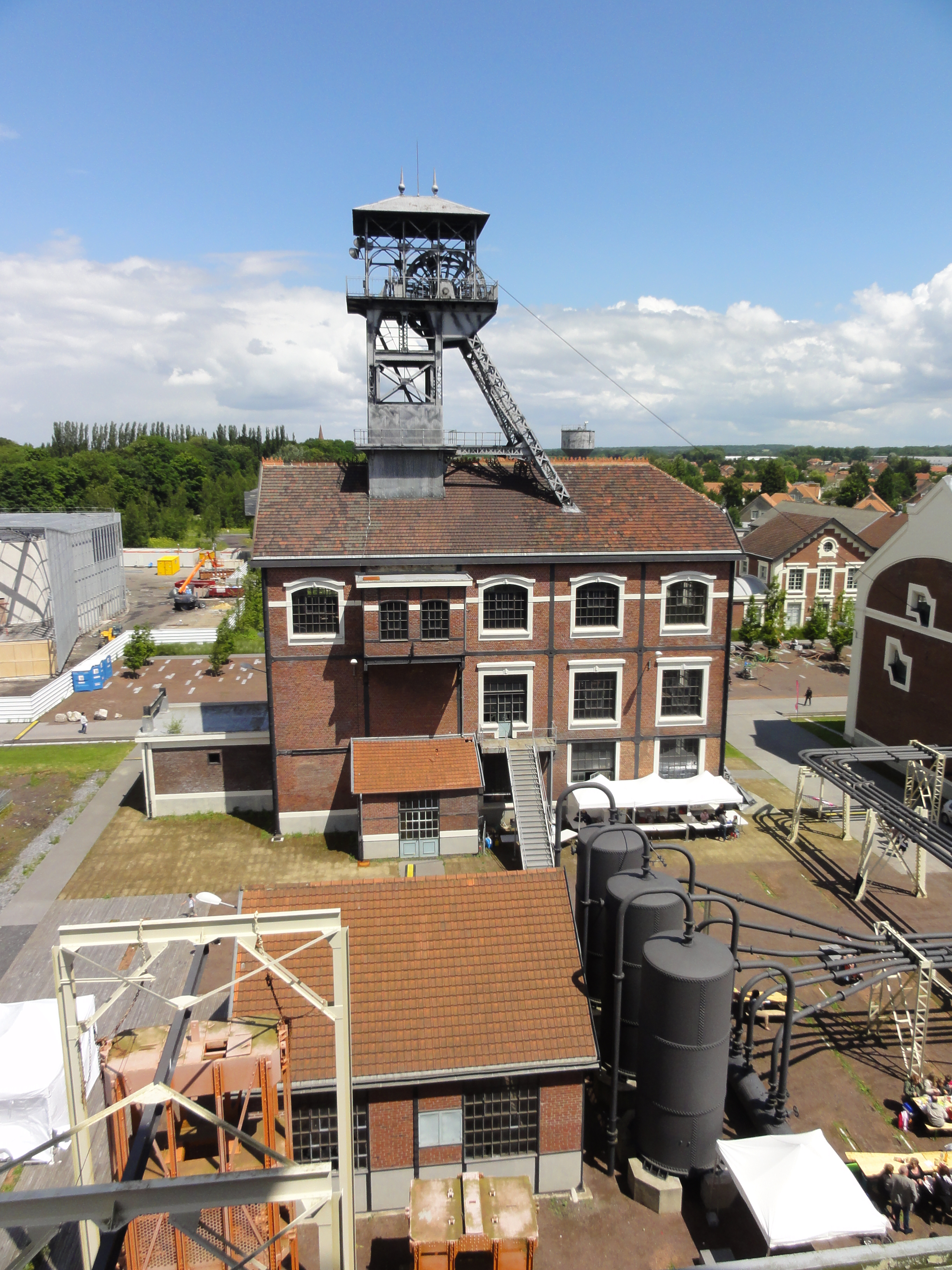
Le puits no 9 bis.
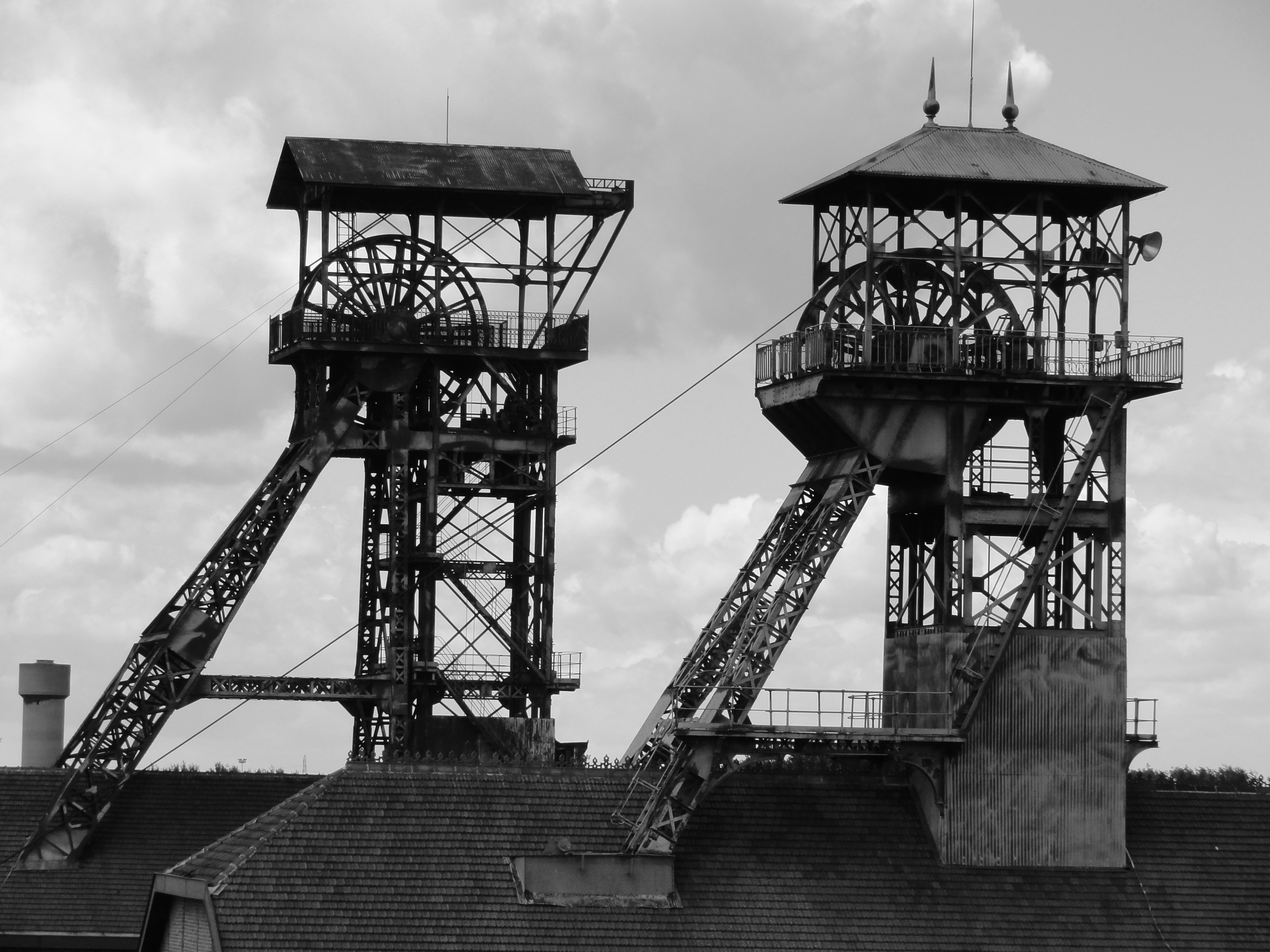
Les chevalements des puits nos 9 et 9 bis.

### Siteno43
Le site no 43, à Évin-Malmaison, est constitué du chevalement du puits no 8 de la fosse no 8 - 8 bis des mines de Dourges et de la cité-jardin Cornuault.

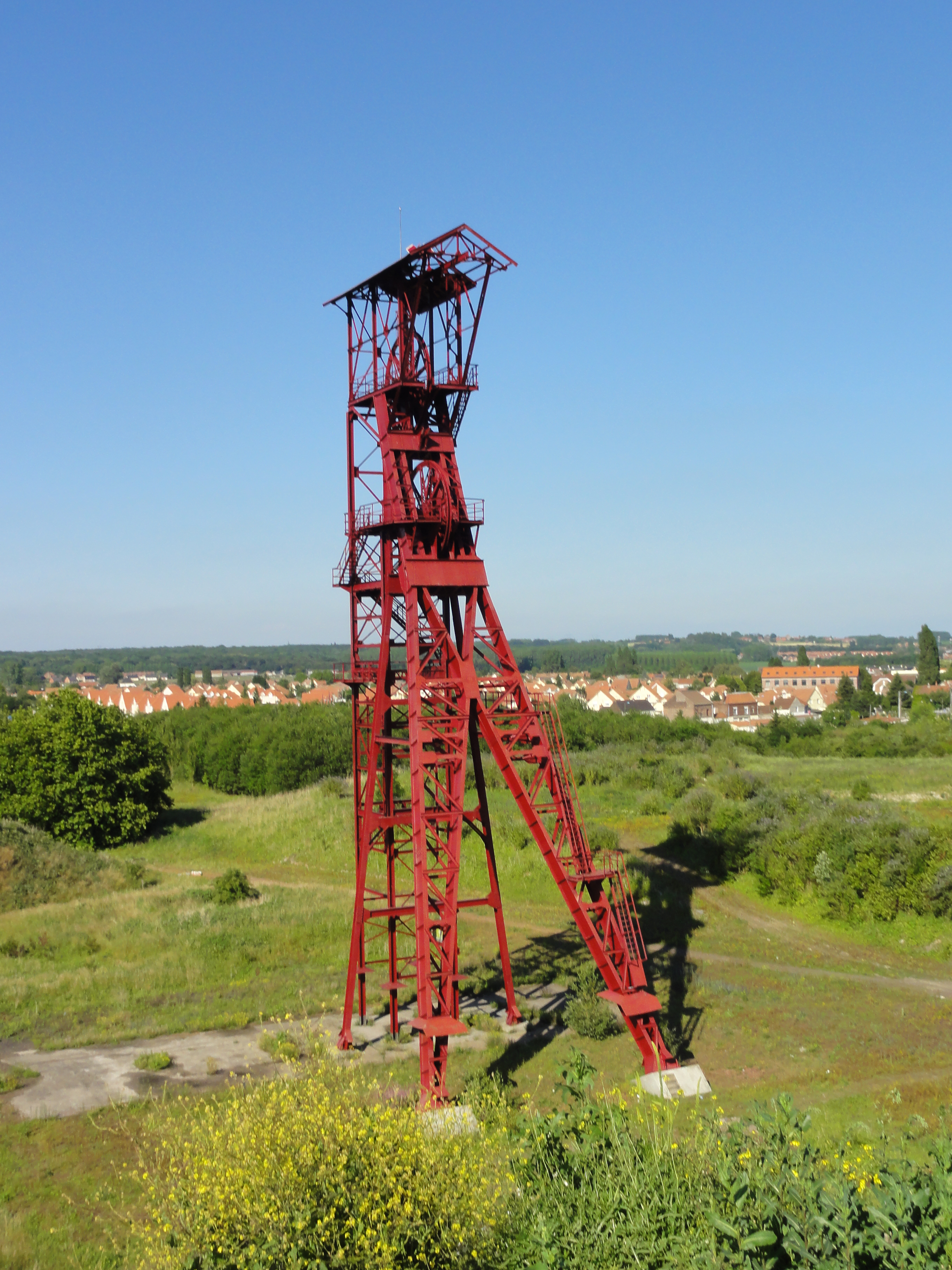
Le chevalement du puits no 8.
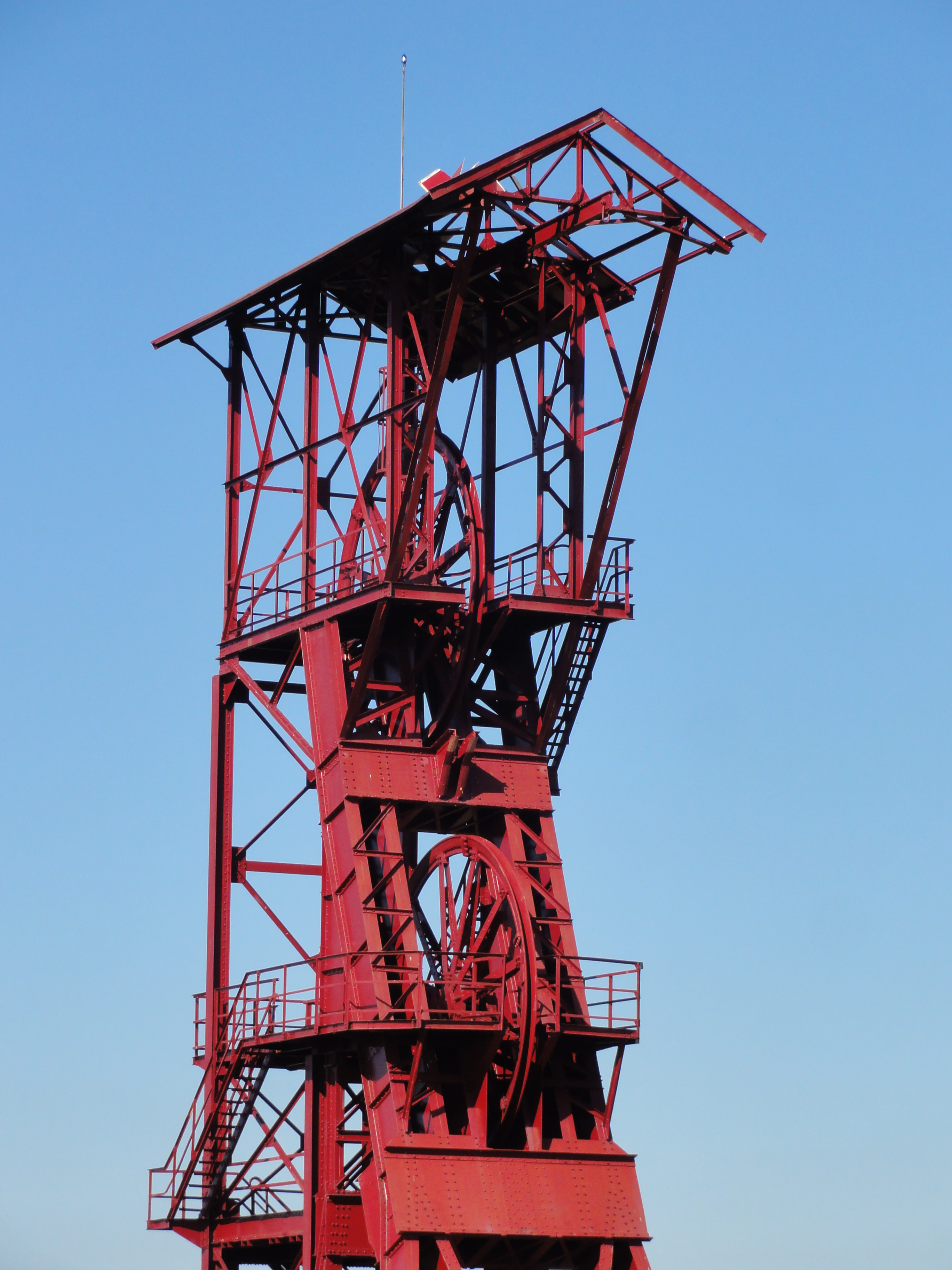
Le chevalement du puits no 8.
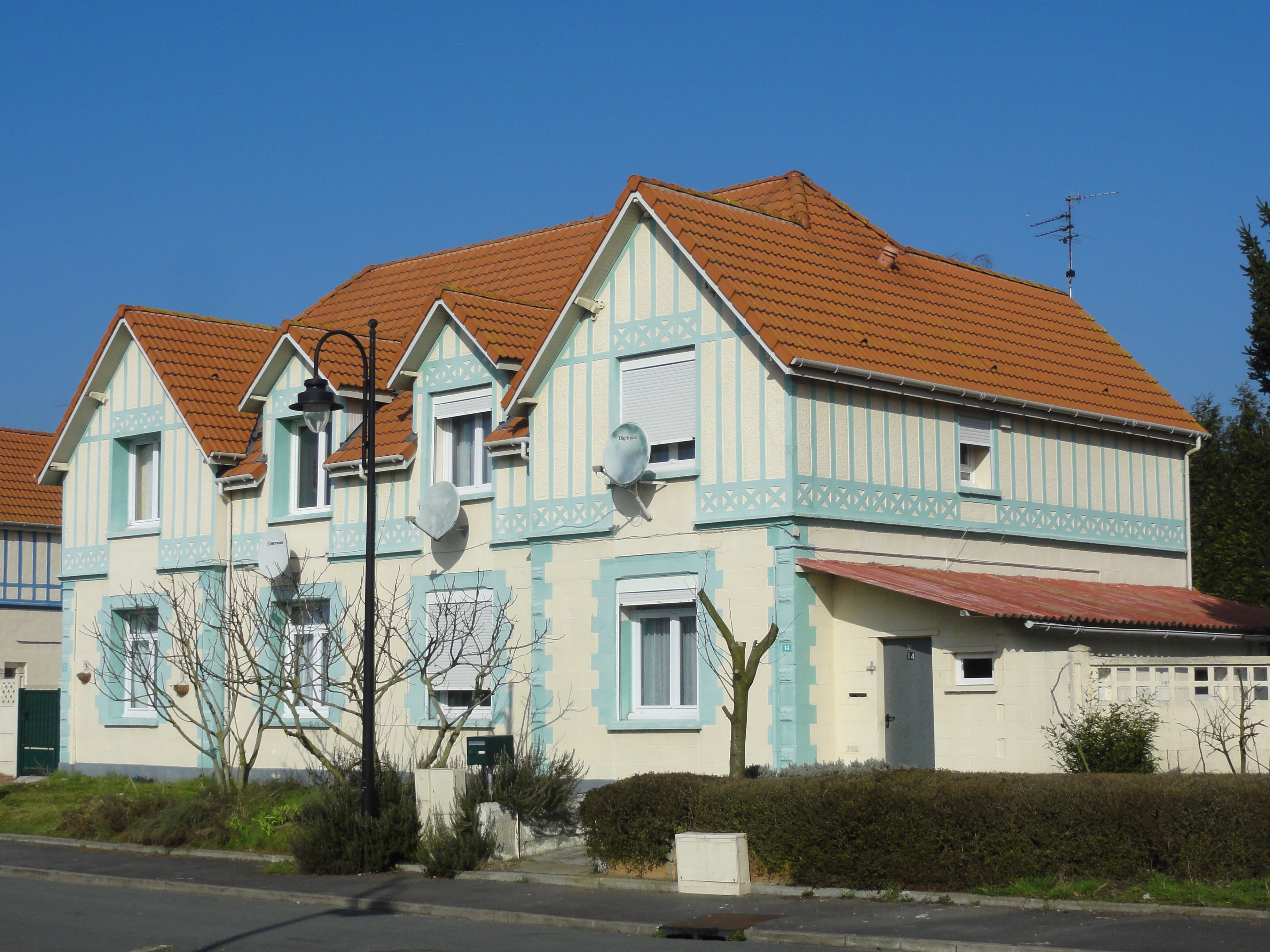
La cité-jardin.
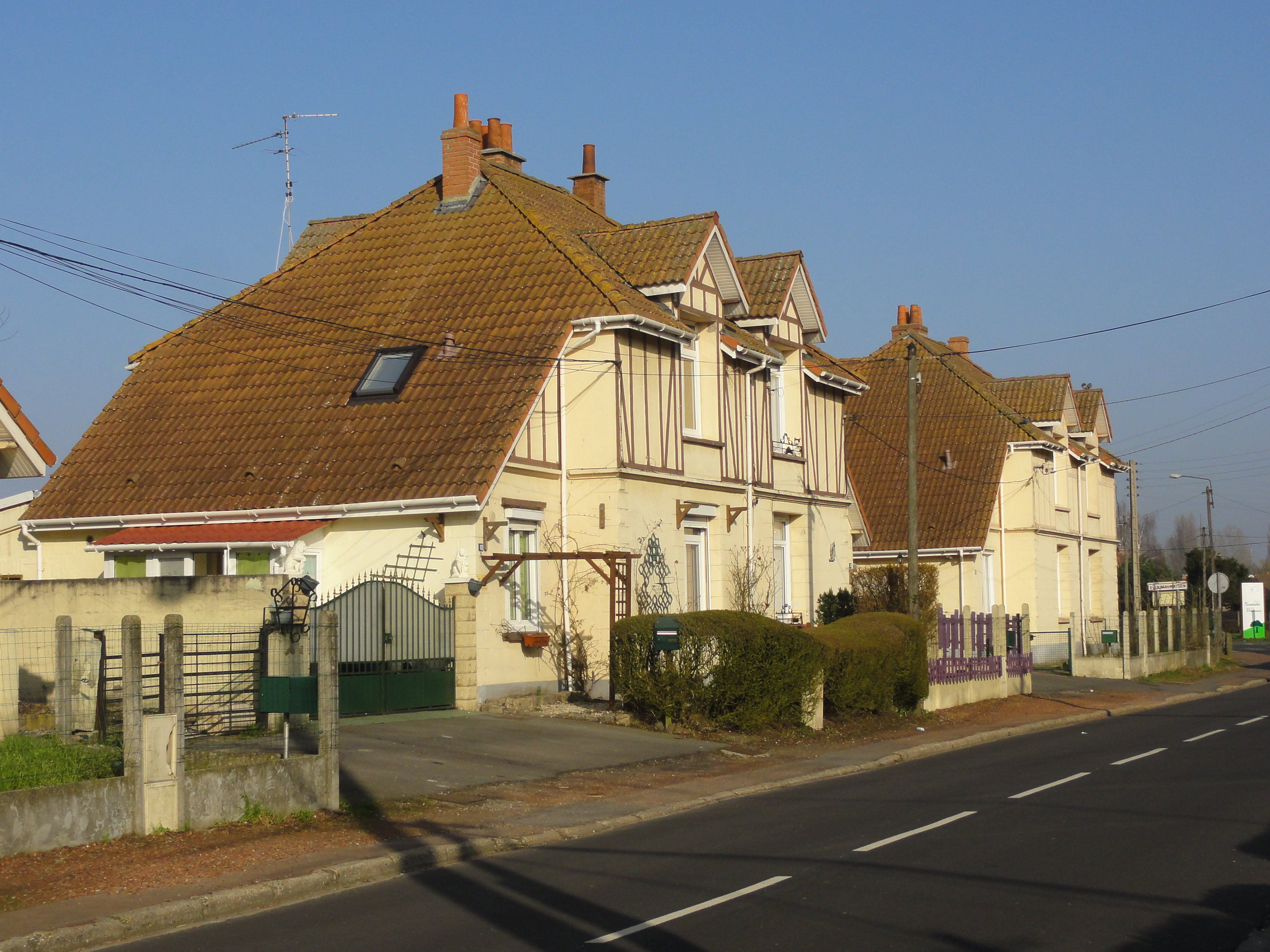
La cité-jardin.
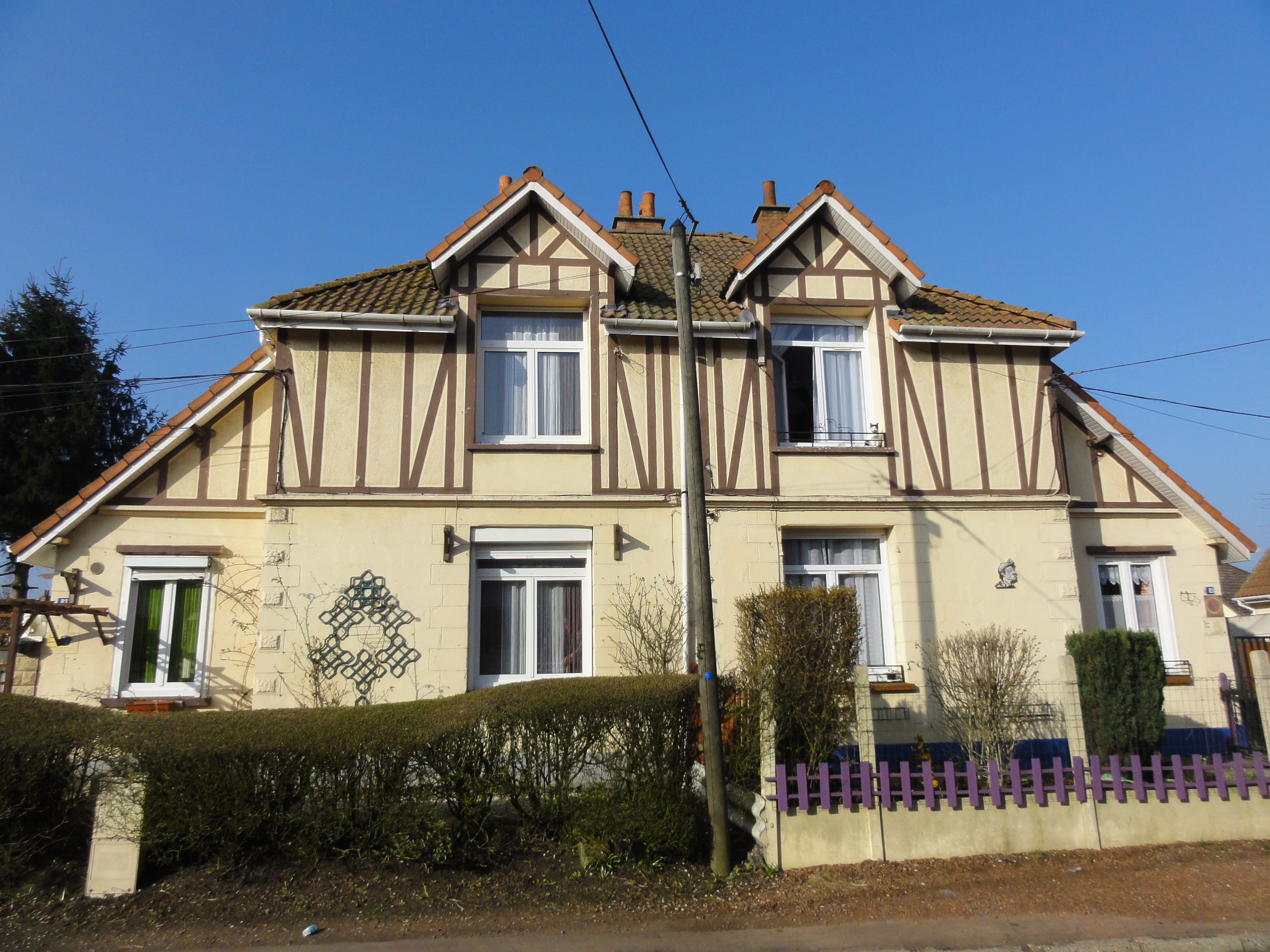
La cité-jardin.
- La cité-jardin.

### Siteno44
Google Maps
Le site no 44, à Dourges, est composé de la cité-jardin Bruno (ancienne et nouvelle), de son école, de son église Saint-Stanislas, de son presbytère et de la salle des fêtes.
- La partie pavillonnaire de la cité Bruno ancienne.
- La partie jardins de la cité Bruno ancienne.

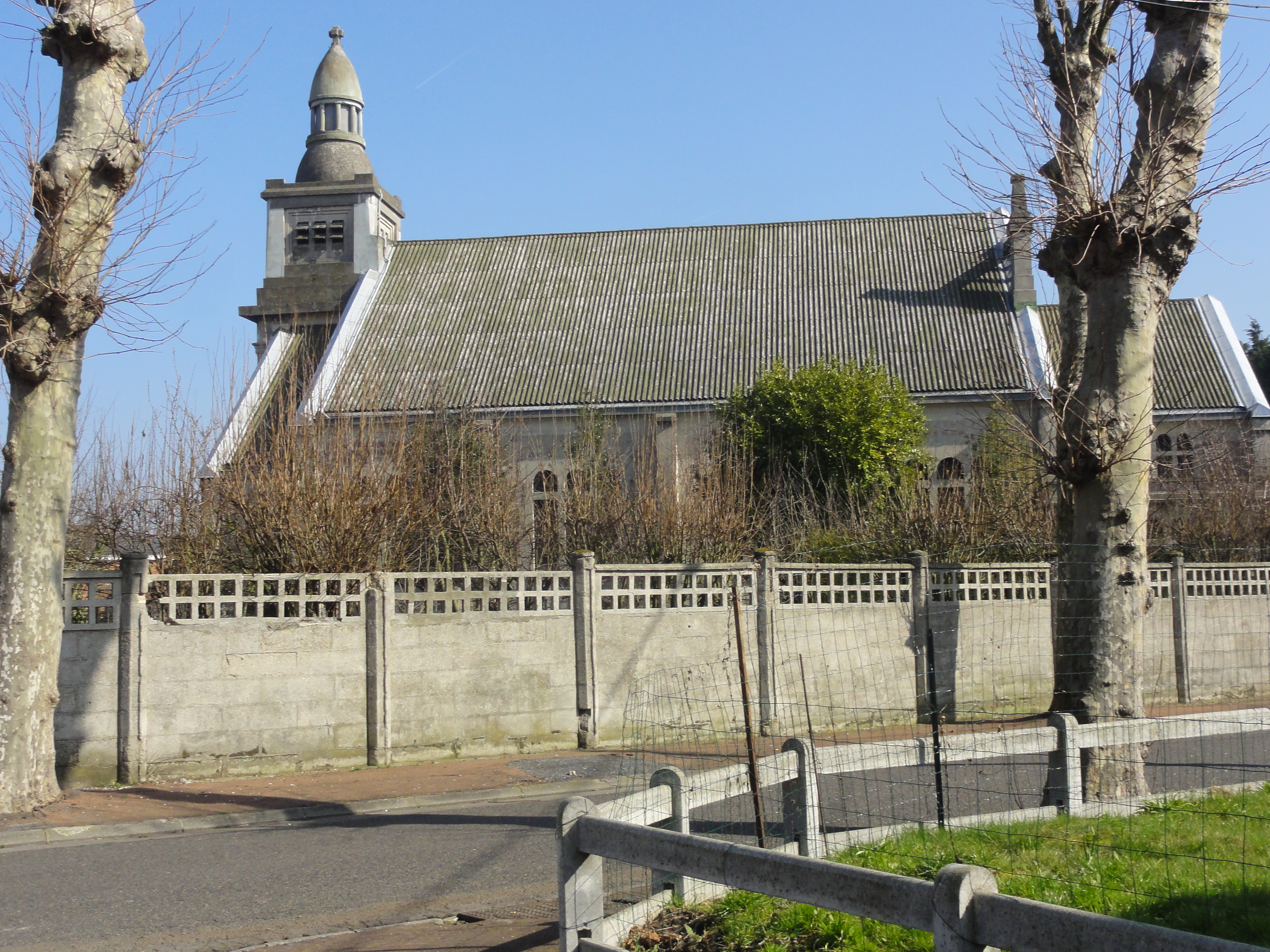
L'église Saint-Stanislas.
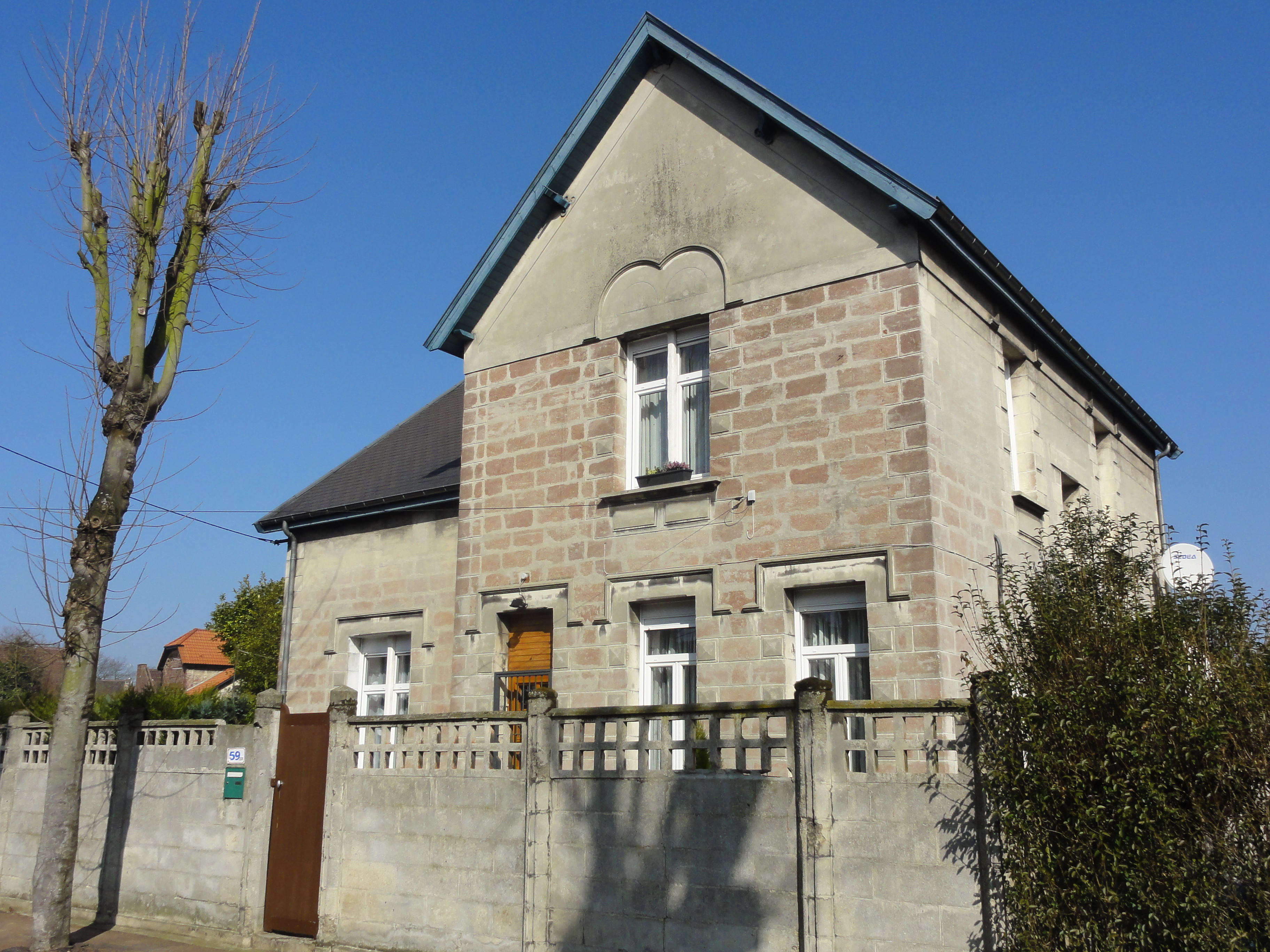
Le presbytère.
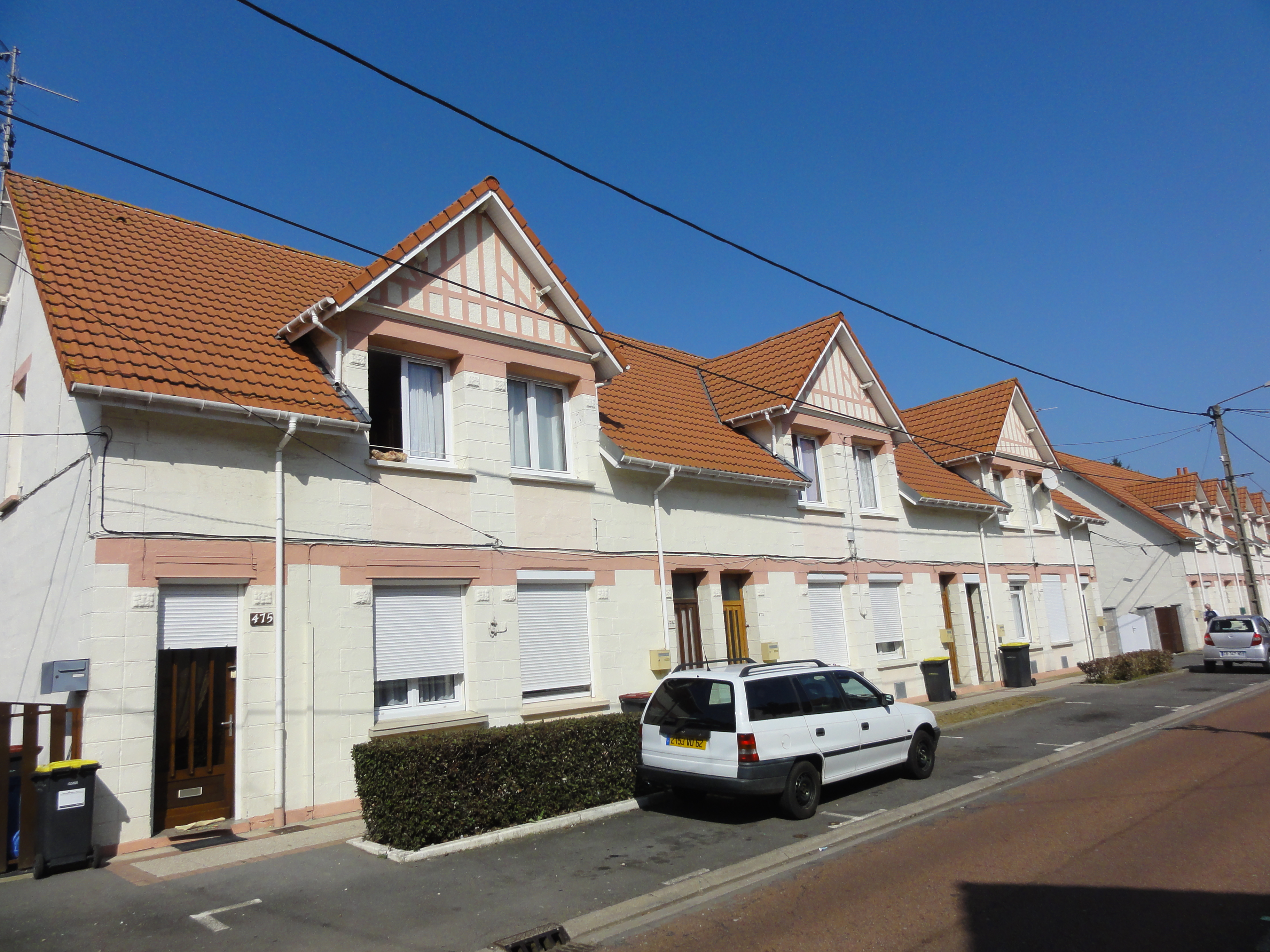
La cité Bruno nouvelle.
- La cité Bruno nouvelle.

### Siteno45
Google Maps
Le site no 45 est constitué de la cité-jardin Foch, de l'école de musique, et du dispensaire de la Société de Secours Minière, bâtis par la Compagnie des mines de Dourges pour la fosse n° 2 - 2 bis.

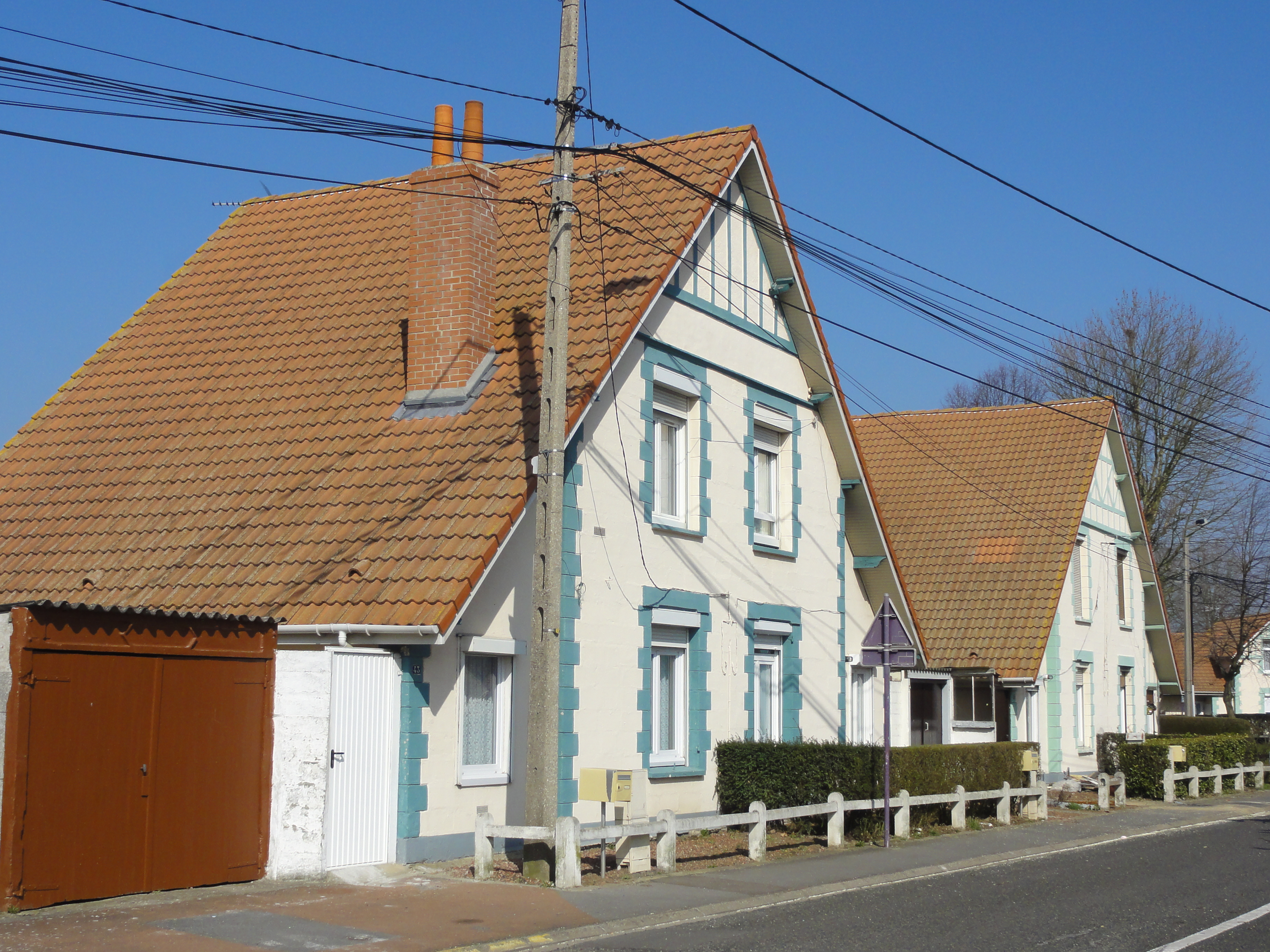
La cité Foch.
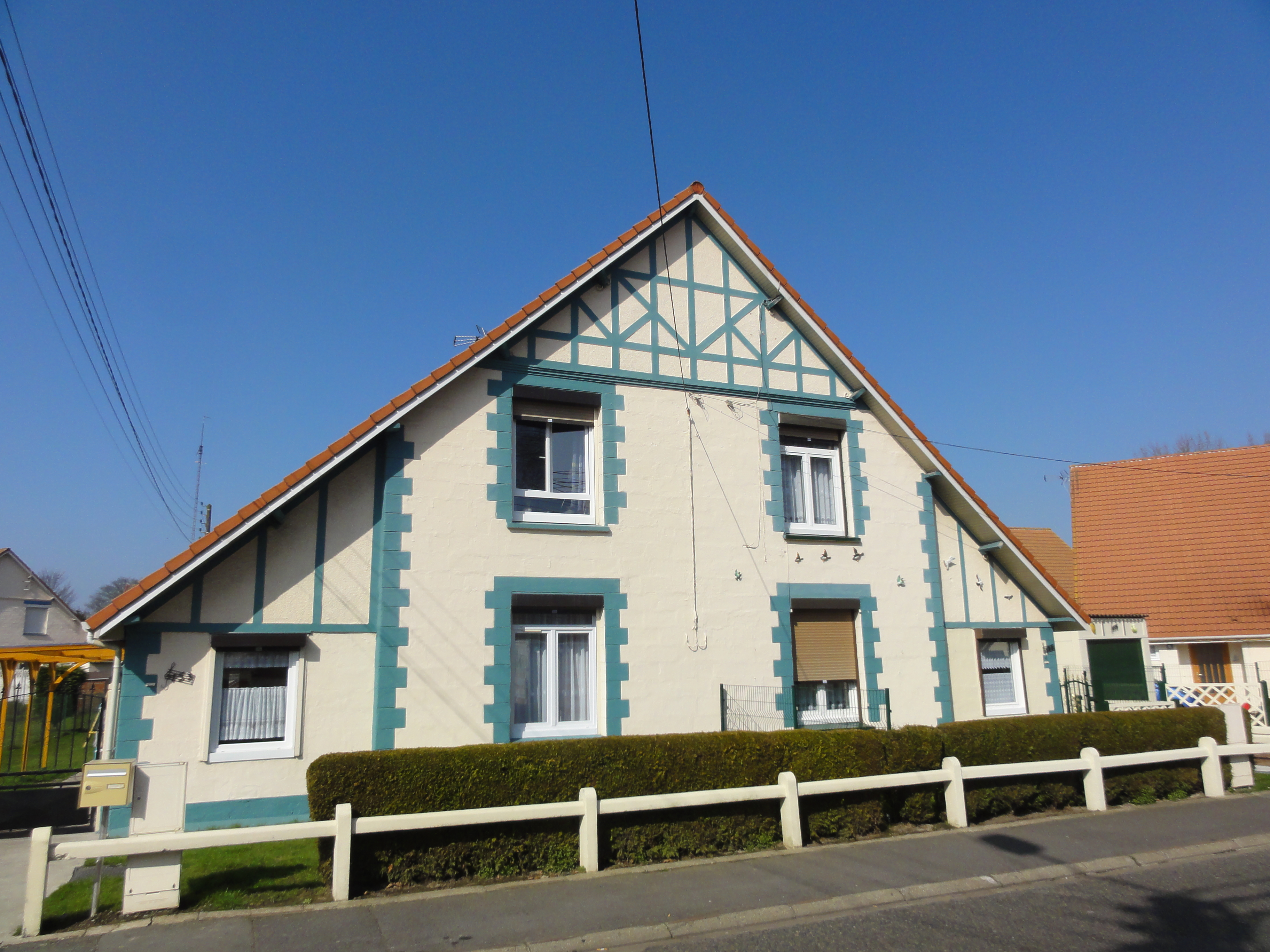
La cité Foch.
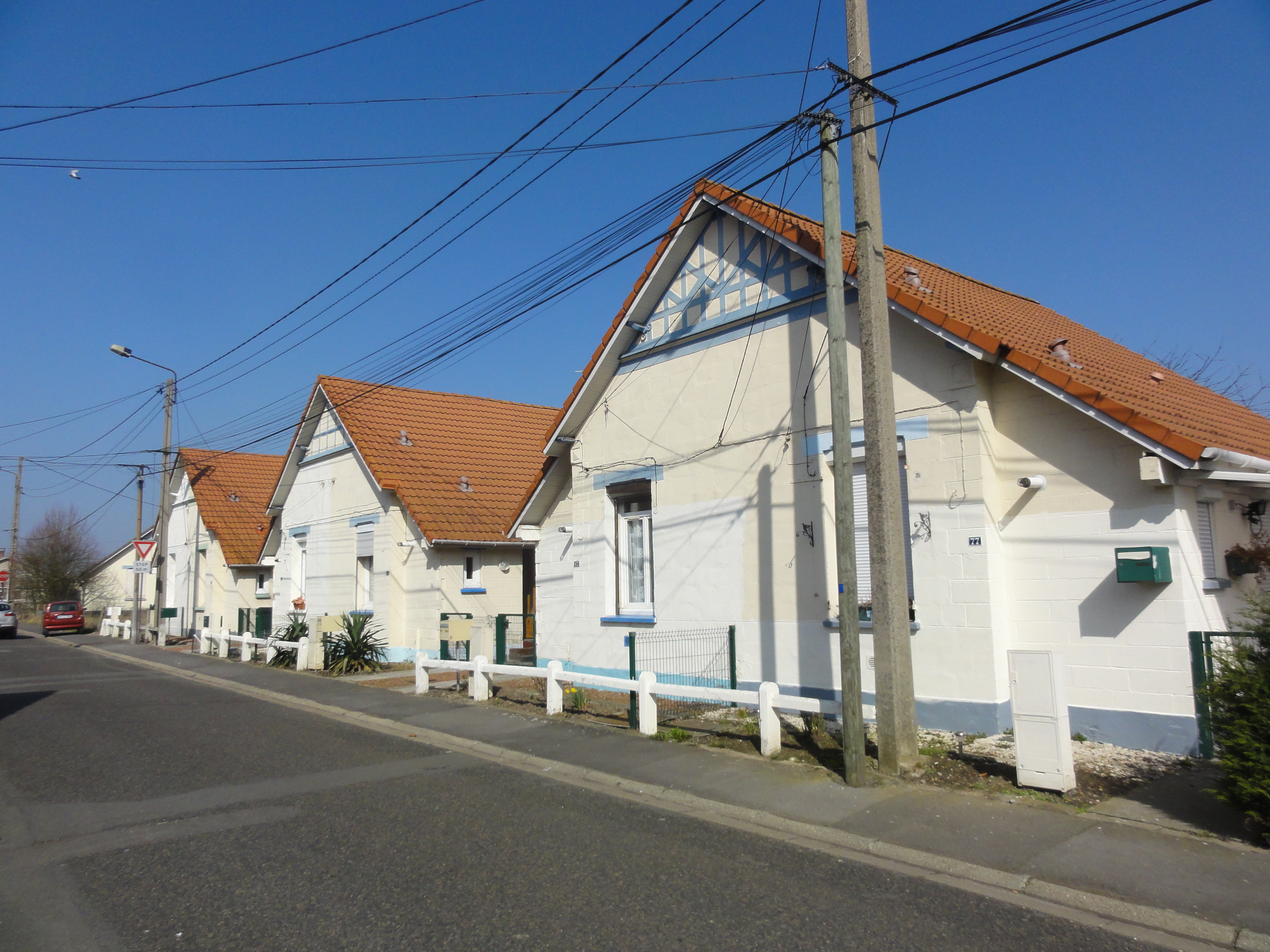
La cité Foch.
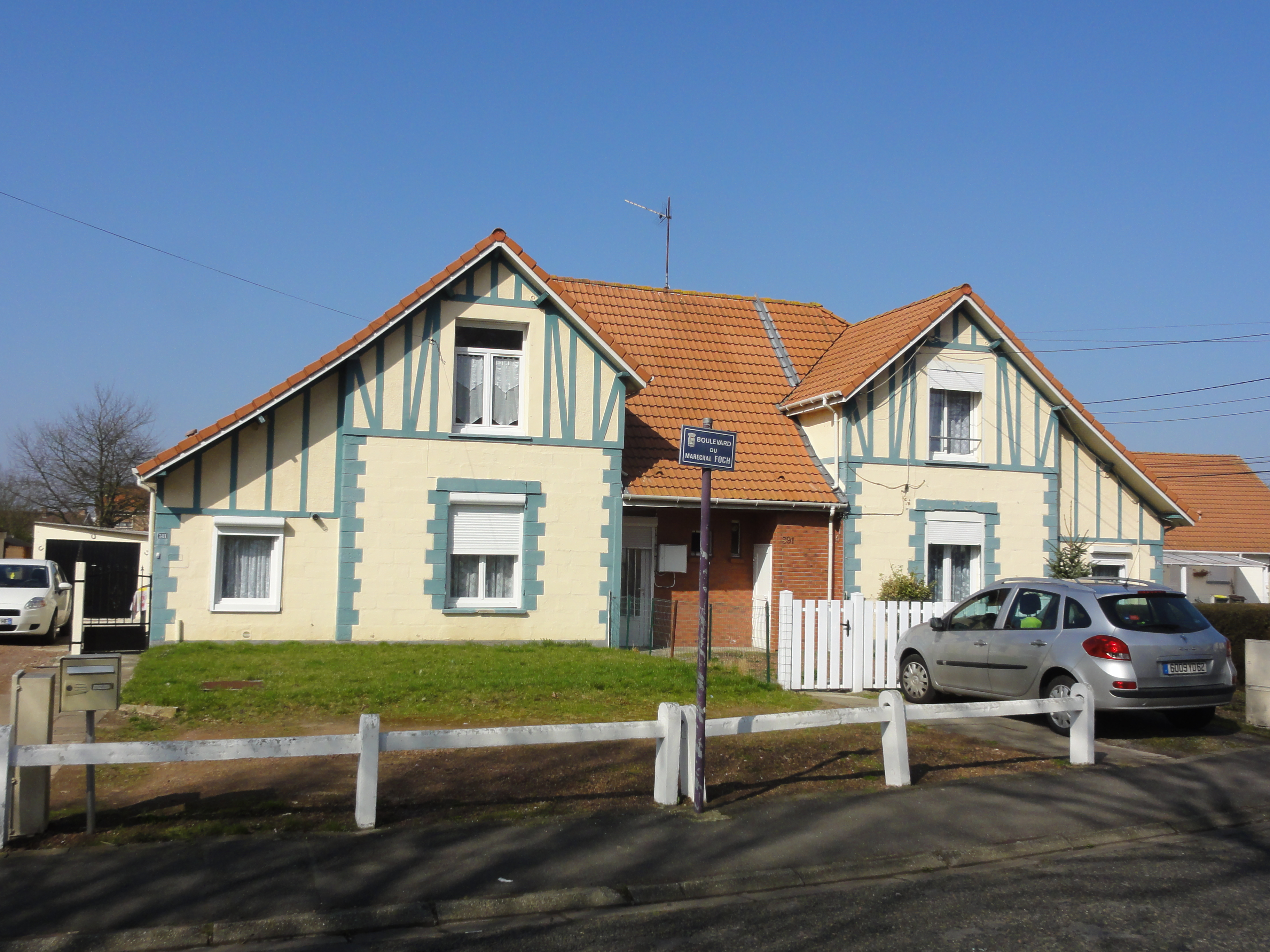
La cité Foch.
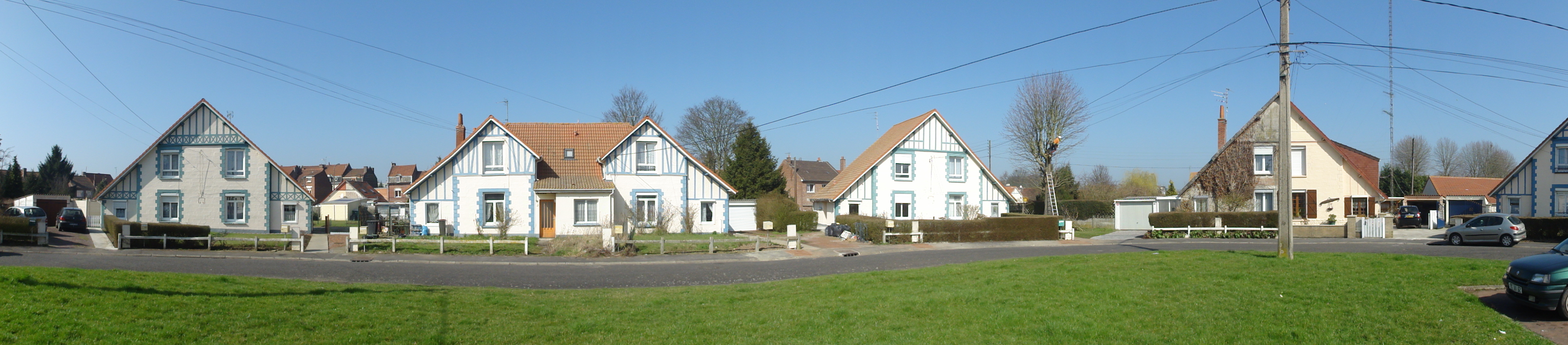
La cité Foch.

### Siteno46
Google Maps
Le site no 46 est composé du terril conique no 87, Lavoir Hénin Est, à Dourges, et du terril décapité no 92, Lavoir Hénin Ouest, à Hénin-Beaumont et Dourges.

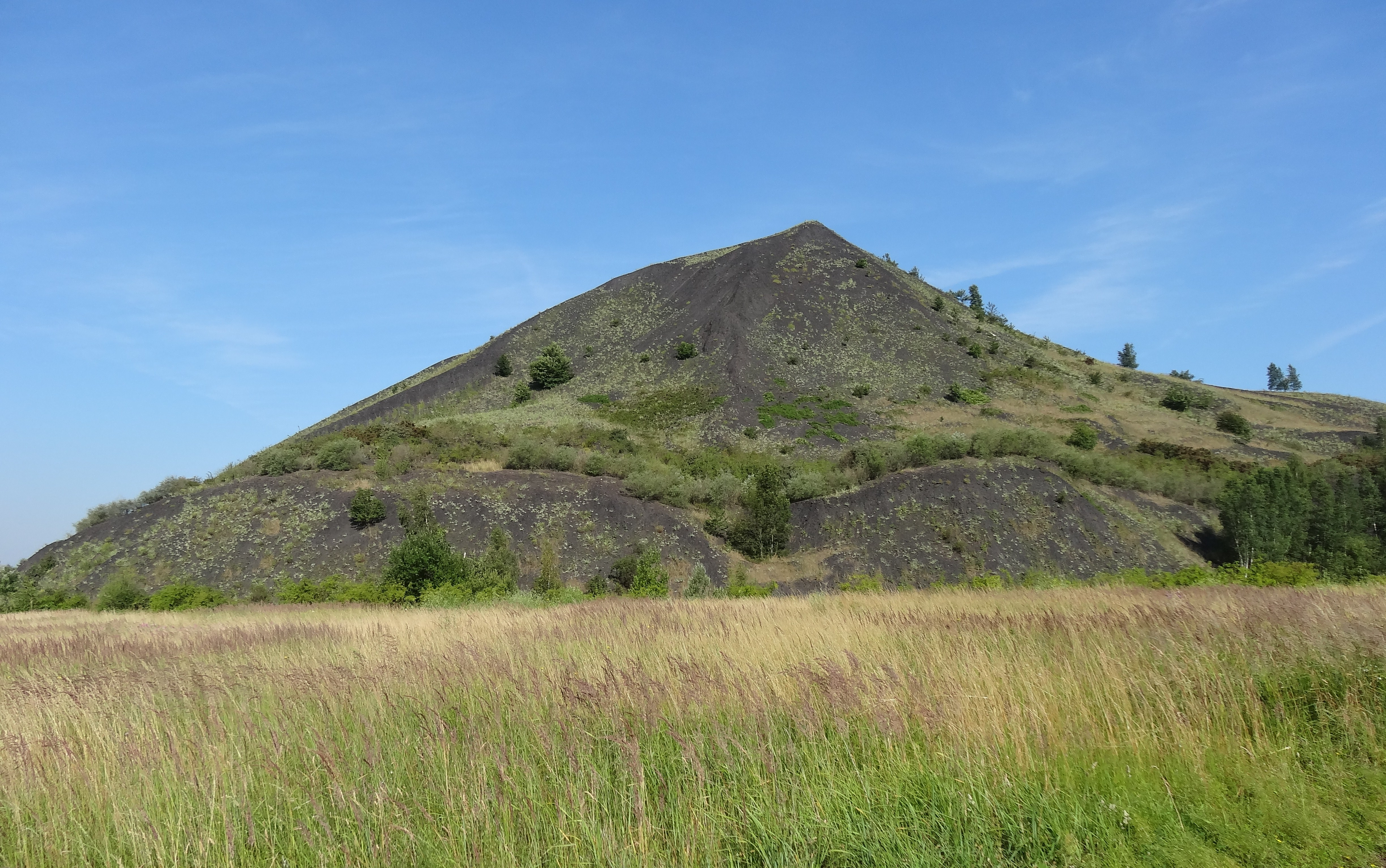
Le terril no 87.
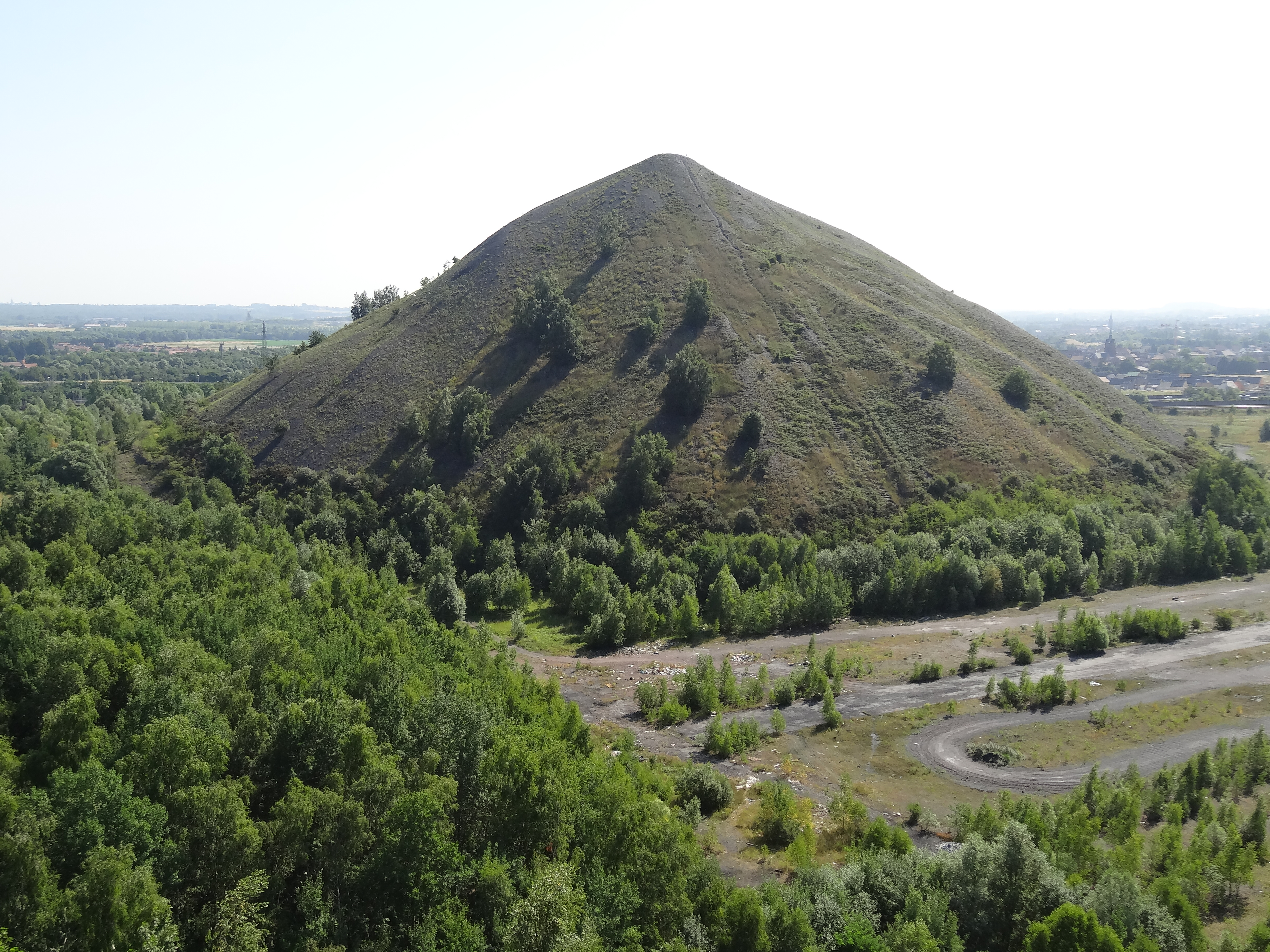
Le terril no 87.
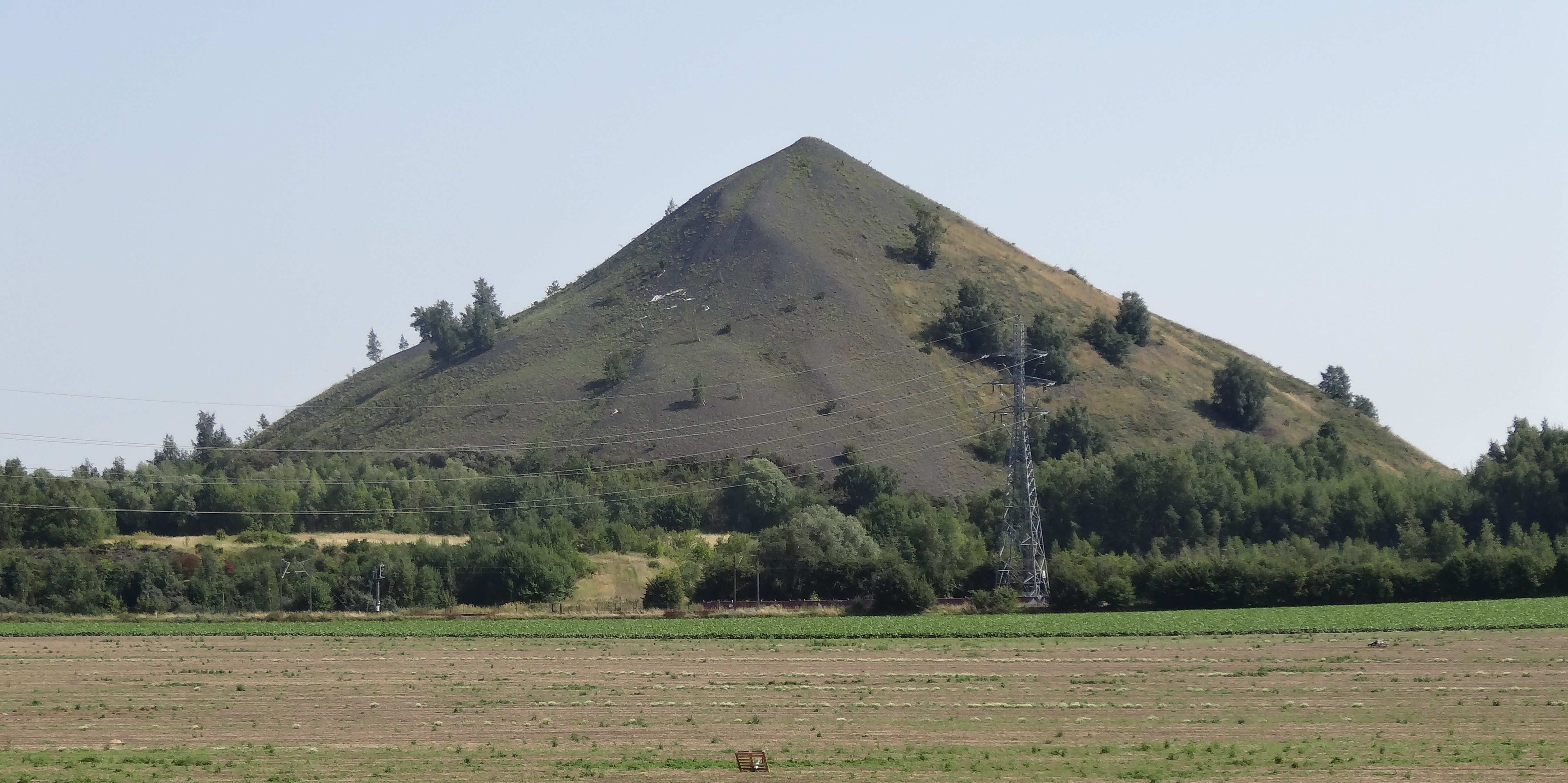
Le terril no 87.
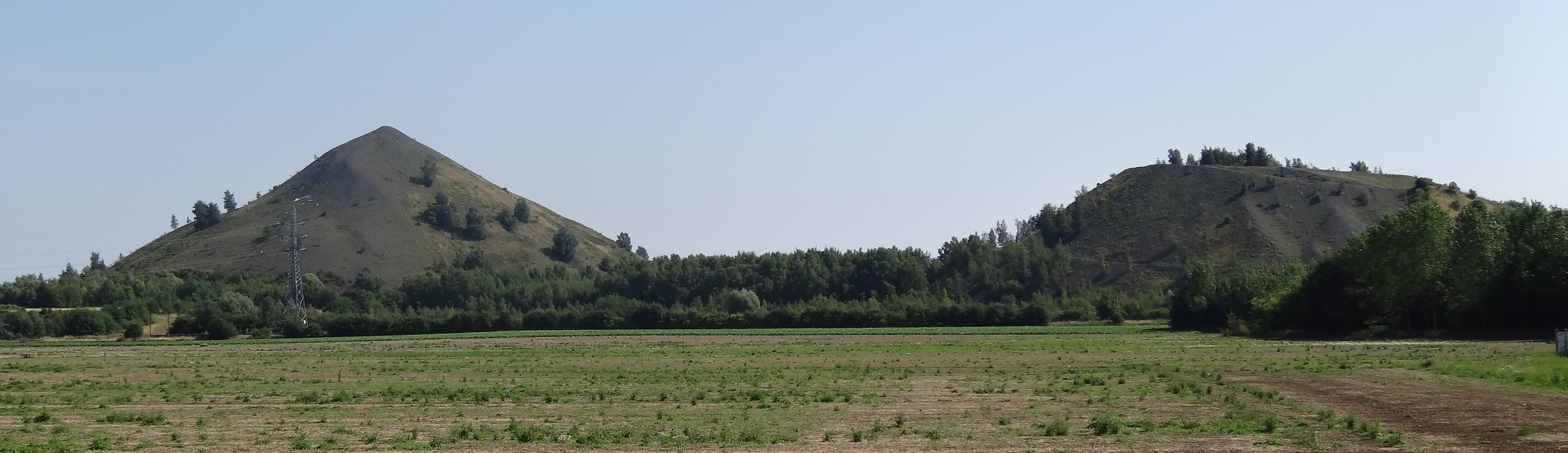
Les terrils nos 87 et 92.
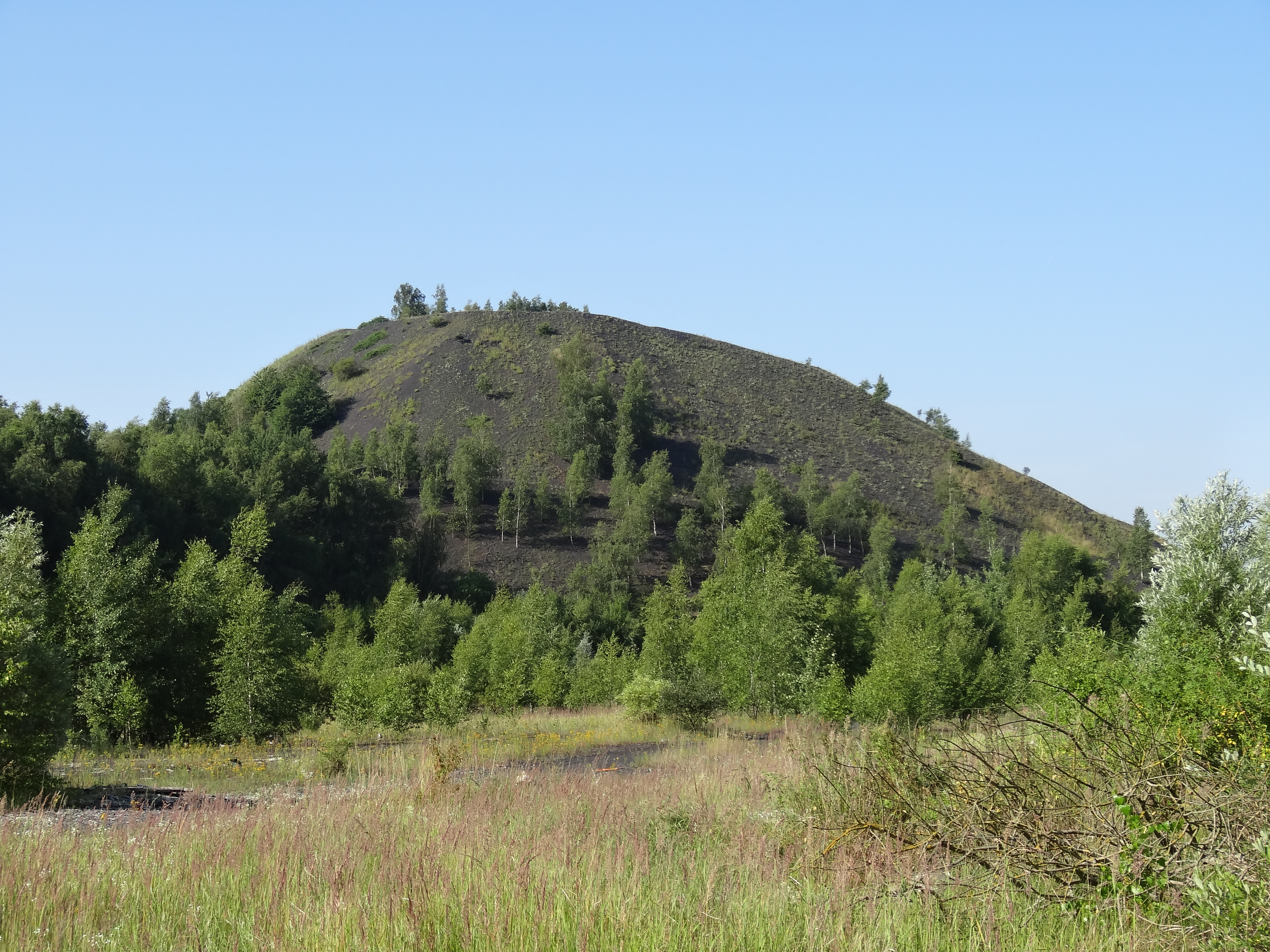
Le terril no 92.
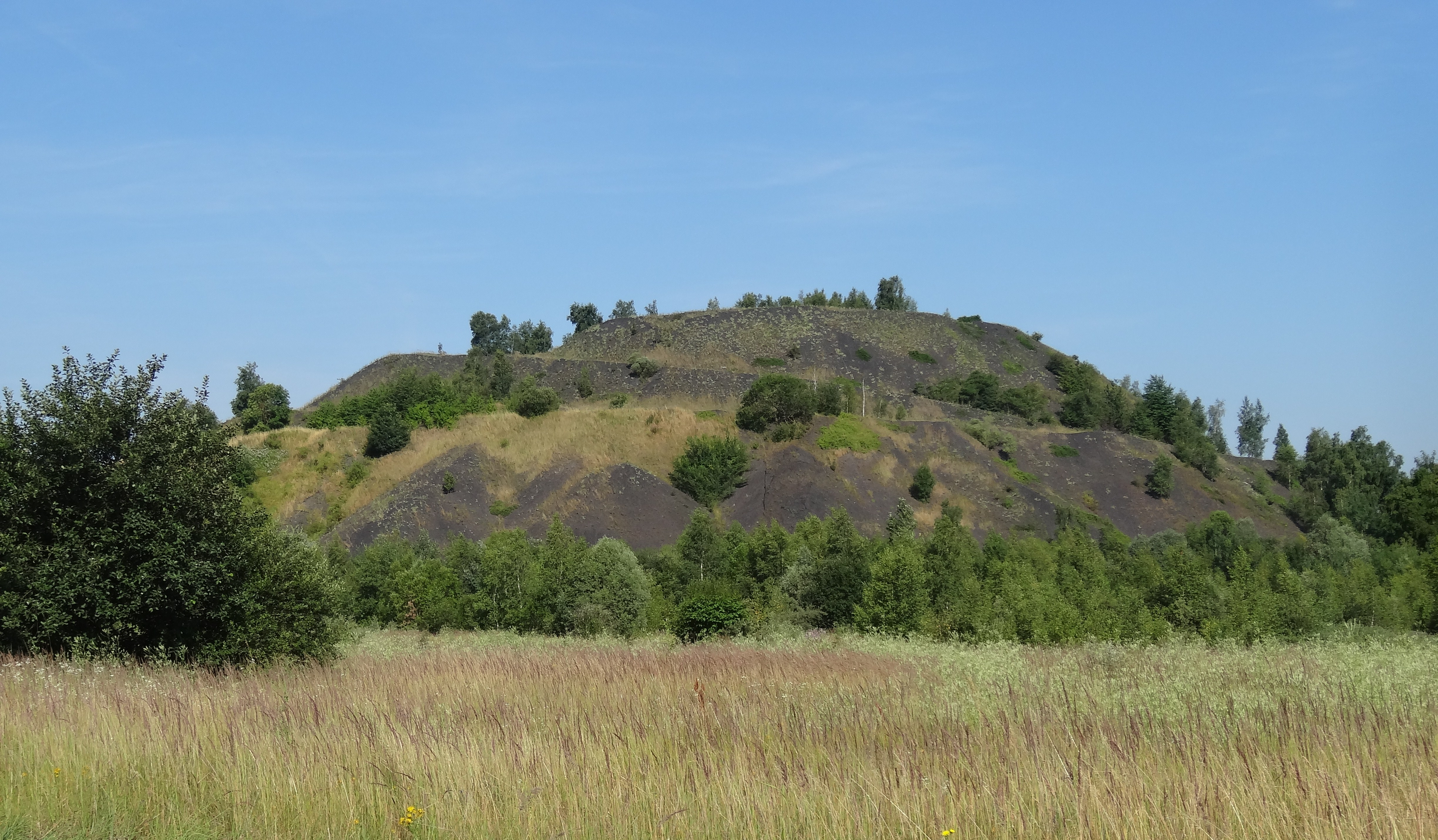
Le terril no 92.

### Siteno47
Google Maps
Le site no 47, à Noyelles-Godault, est formé par la cité-jardin Crombez, bâtie pour loger les mineurs de la fosse n° 4 - 4 bis des mines de Dourges.

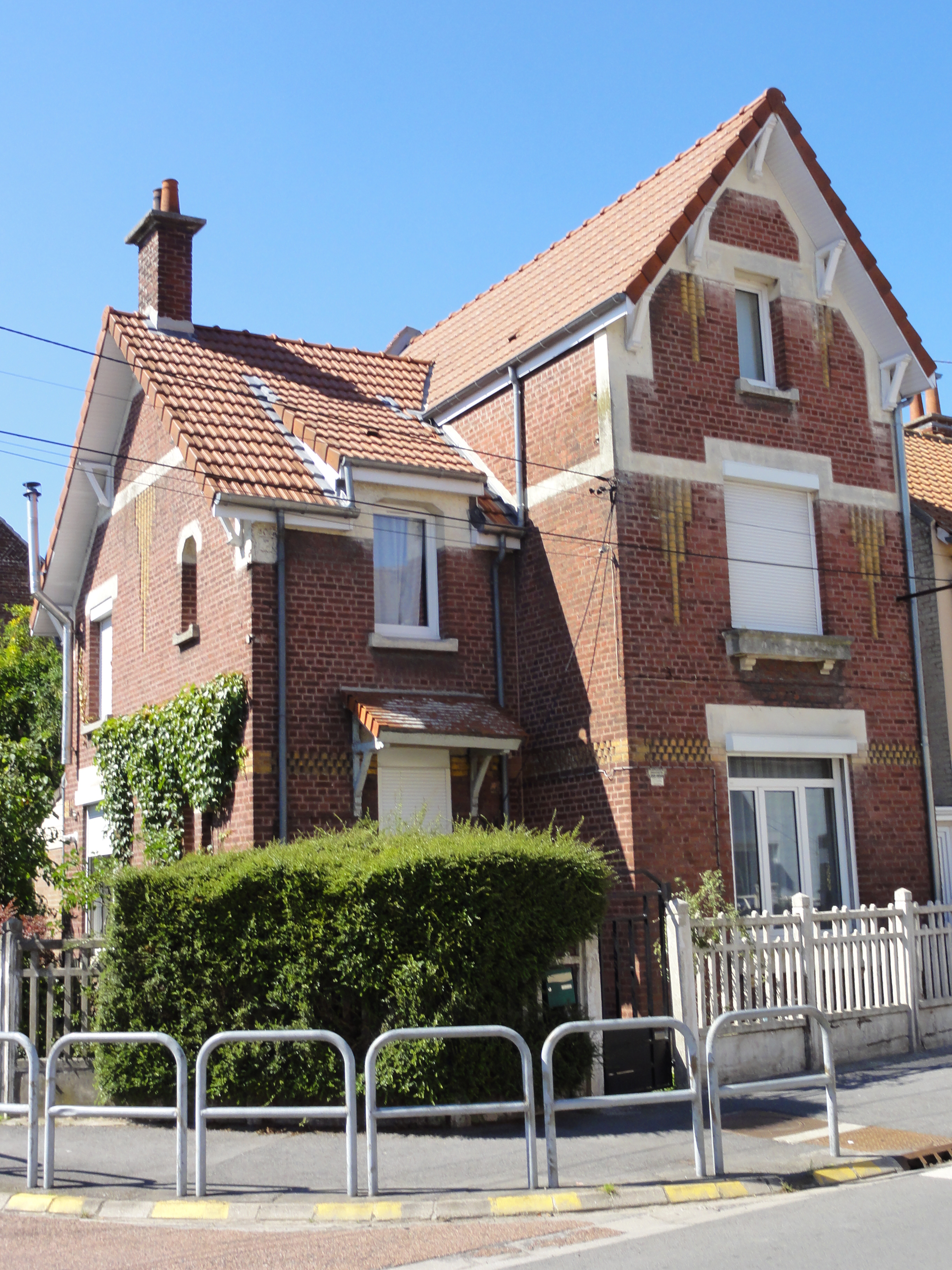
La cité Crombez.
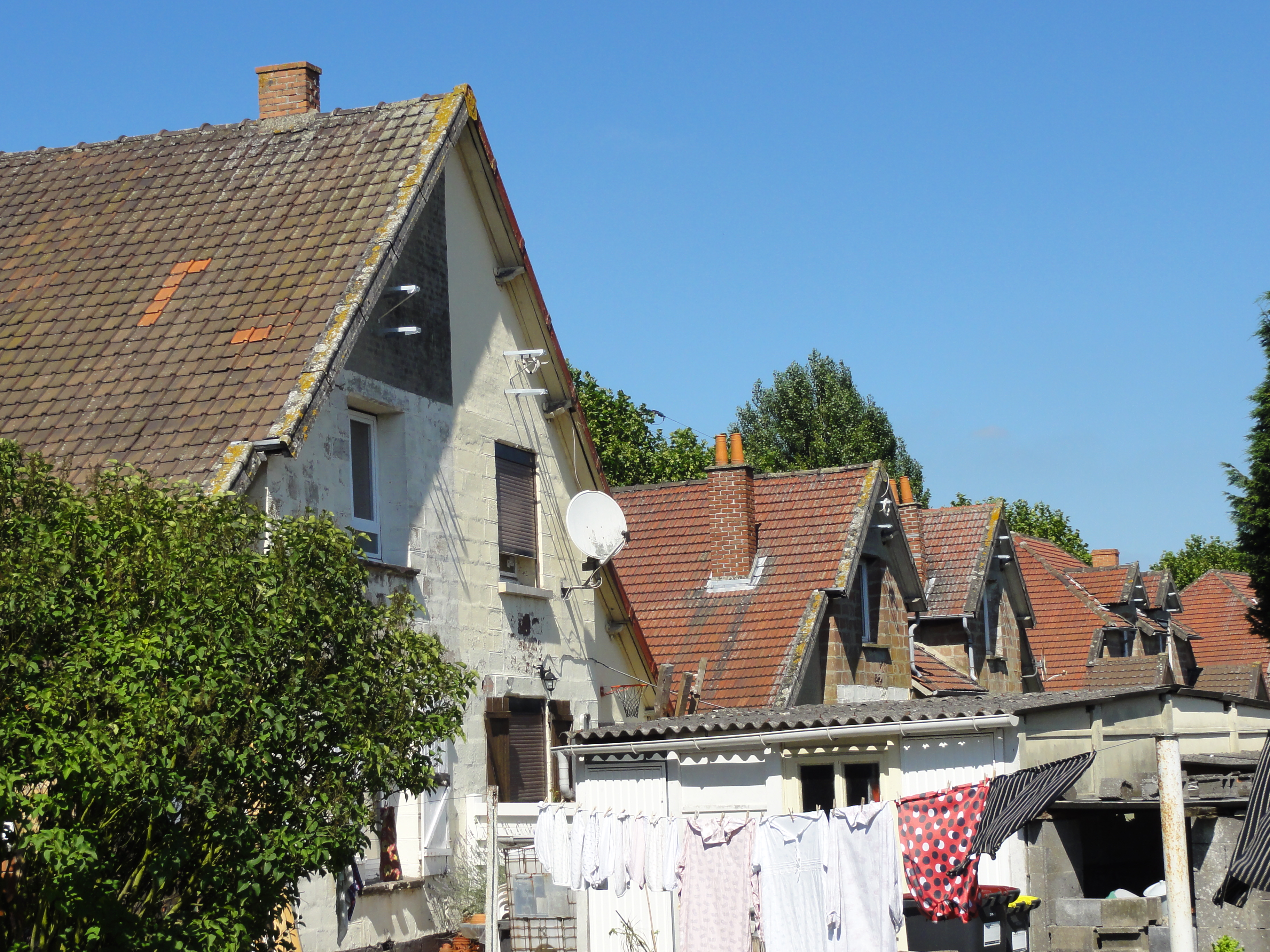
La cité Crombez.
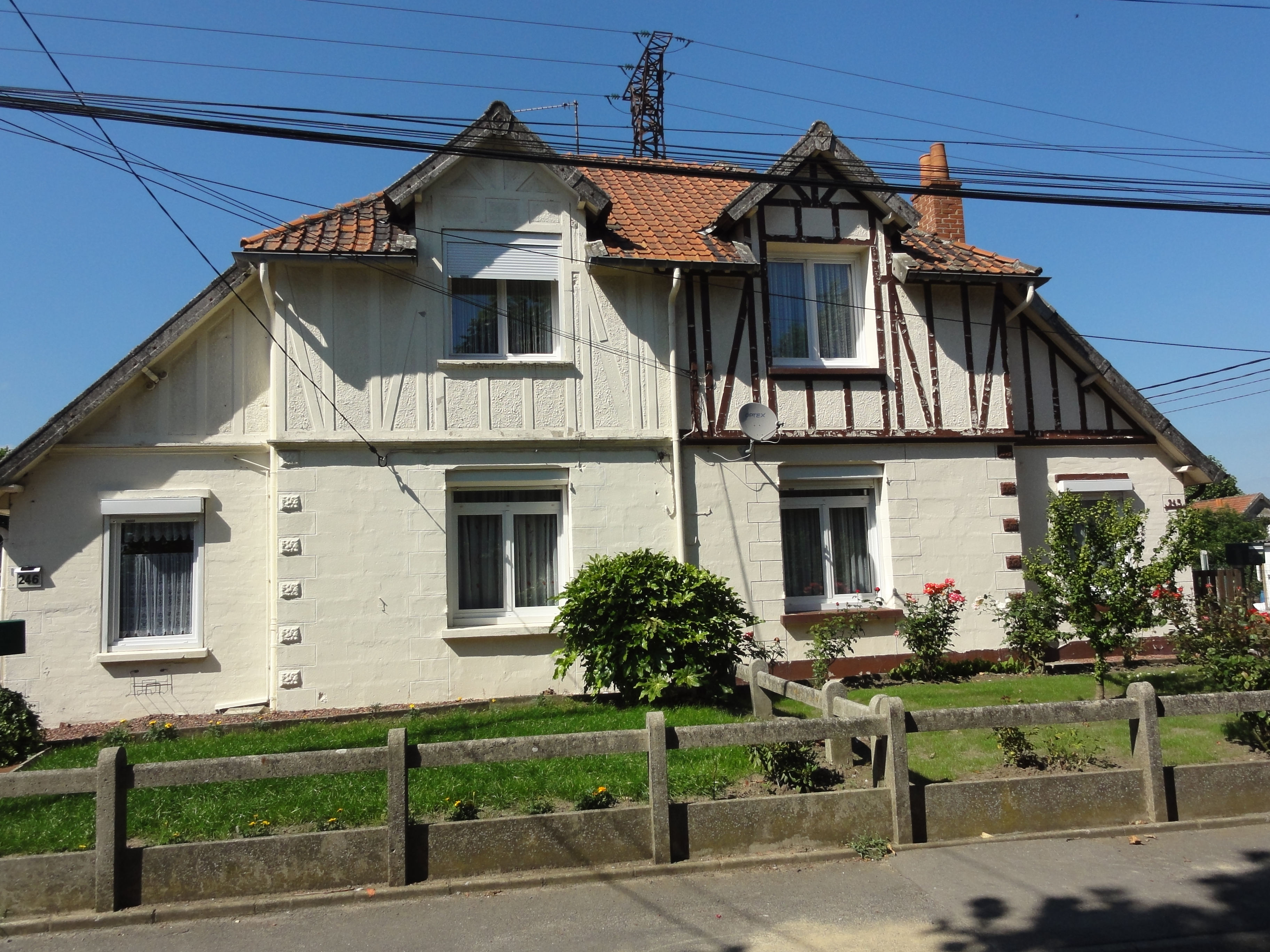
La cité Crombez.
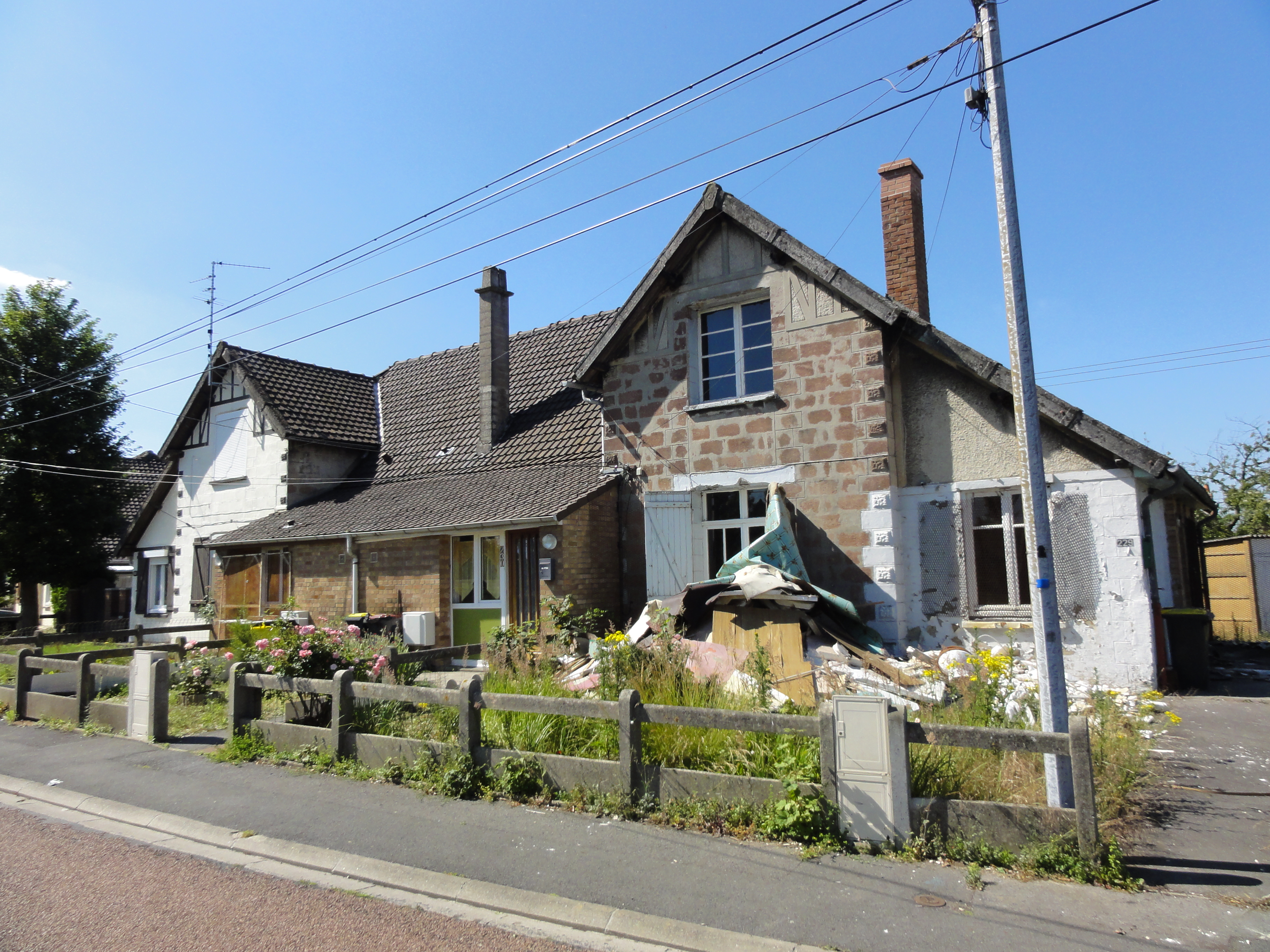
La cité Crombez.
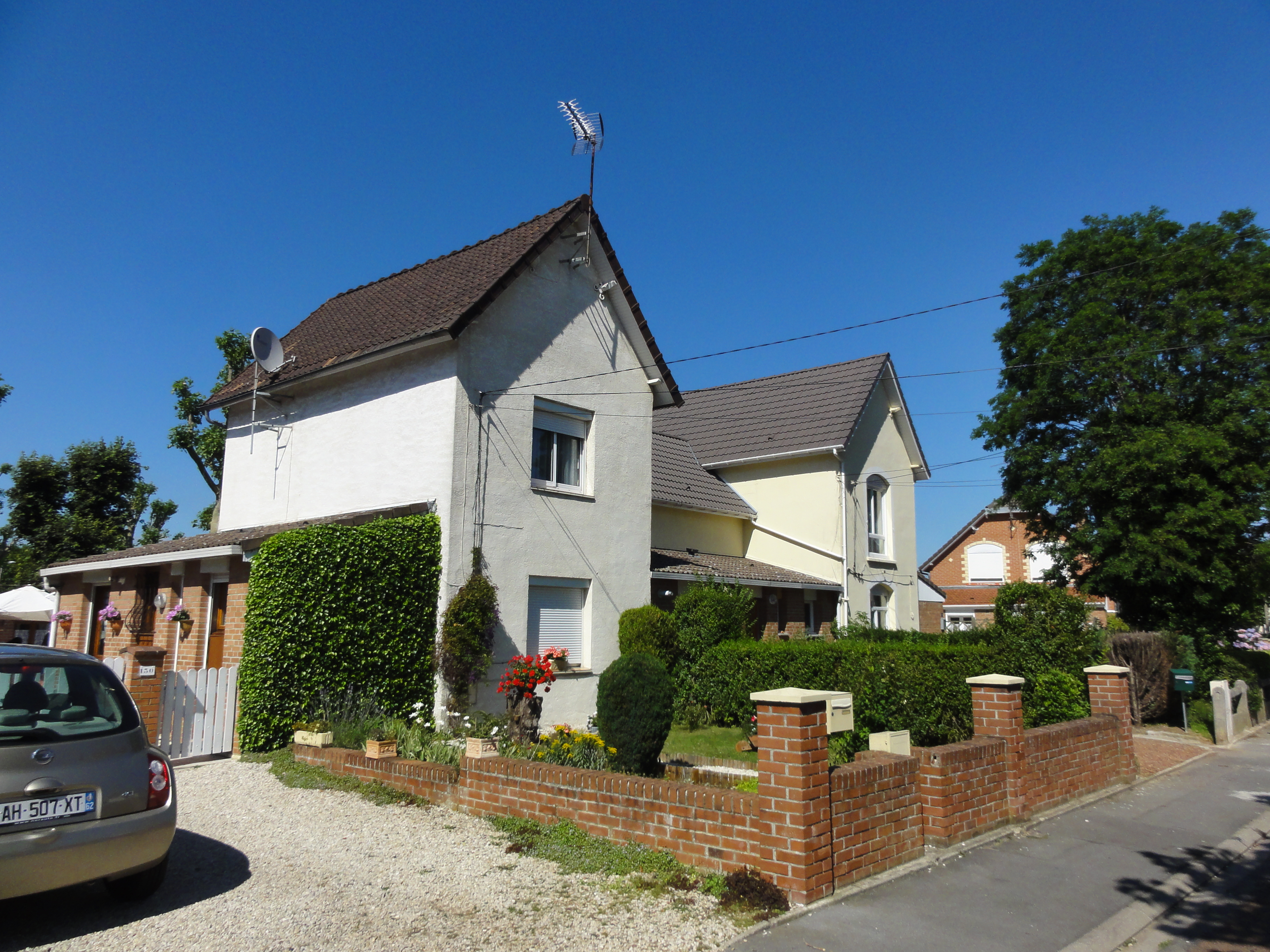
La cité Crombez.
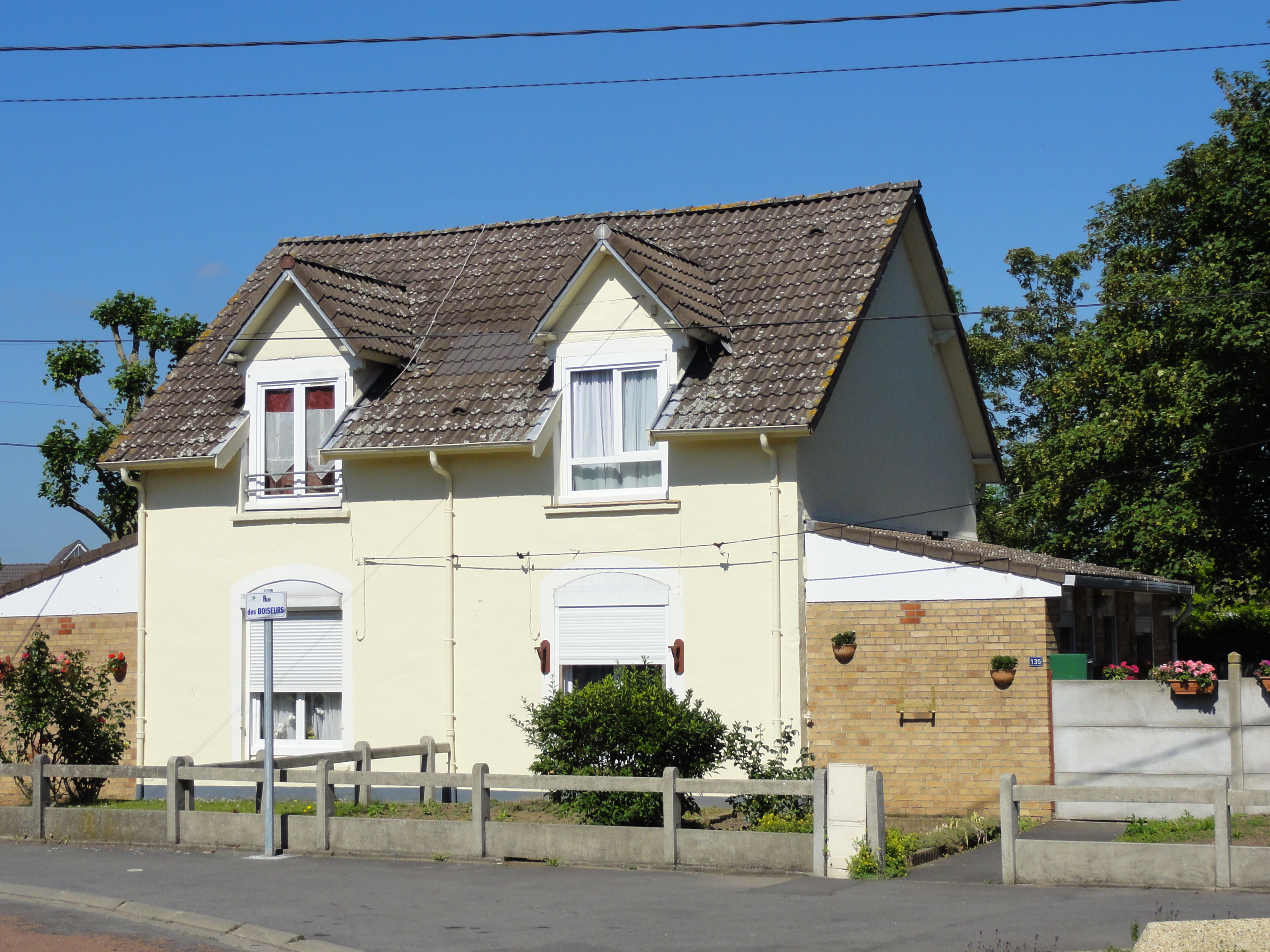
La cité Crombez.

### Siteno48
Le site no 48 est relativement étendu, il comprend :
- Le terril tabulaire no 205, 1 de Drocourt[T 30], à Hénin-Beaumont.
- Le terril tabulaire no 101, Lavoir de Drocourt[T 31], sur les communes de Billy-Montigny, Hénin-Beaumont et Rouvroy.
- Le terril conique no 84, 2 Sud de Drocourt[T 32], la cité Nouméa (ou Résidence de la Motte), l'église Saint-Louis et ses presbytères français et polonais, l'école des filles et celle des garçons, tous ces éléments étant liés à la fosse no 2 des mines de Drocourt.
- La cité de corons de la fosse no 10, à Billy-Montigny et Rouvroy, près de la fosse no 10 - 20 des mines de Courrières.
- La cité-jardin Darcy à Hénin-Beaumont, liée à la fosse no 6 bis des mines de Dourges.
- La cité-jardin Résidence du Parc, à Méricourt, liée à la fosse no 4 - 5 des mines de Drocourt.
- Le cavalier minier de Rouvroy à Hénin-Beaumont.

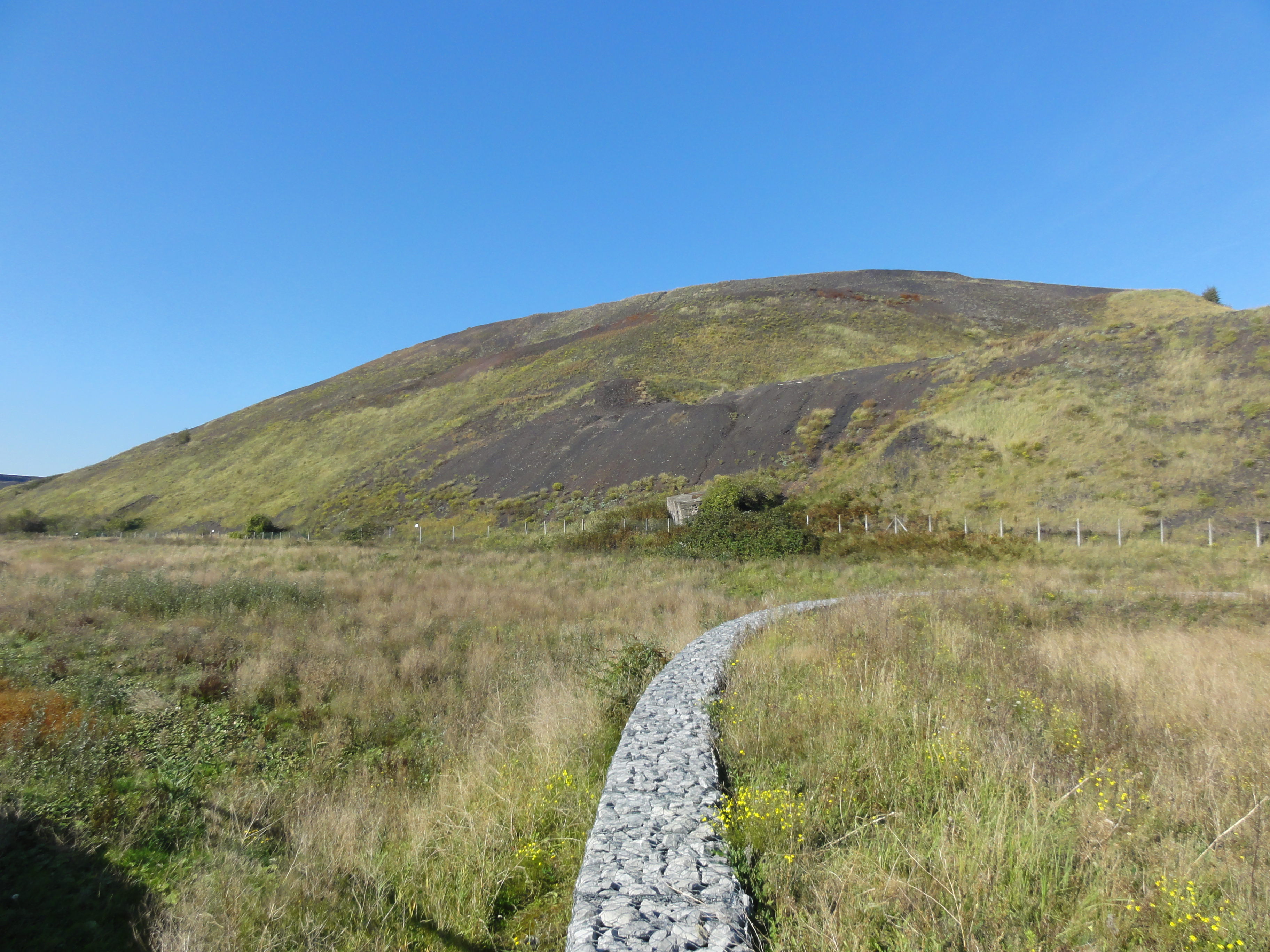
Le terril no 205.
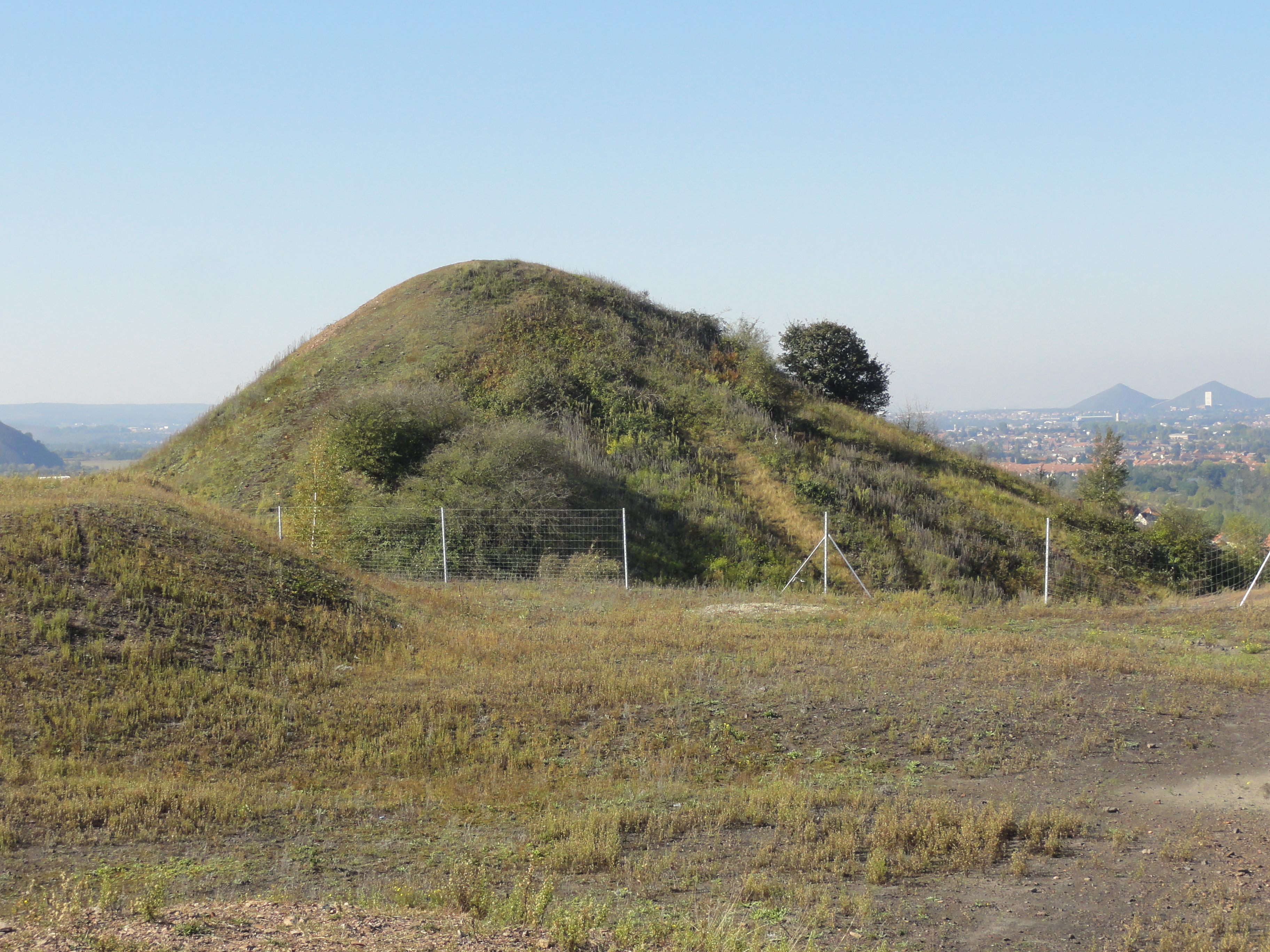
Le terril no 84 vu depuis le terril no 101.
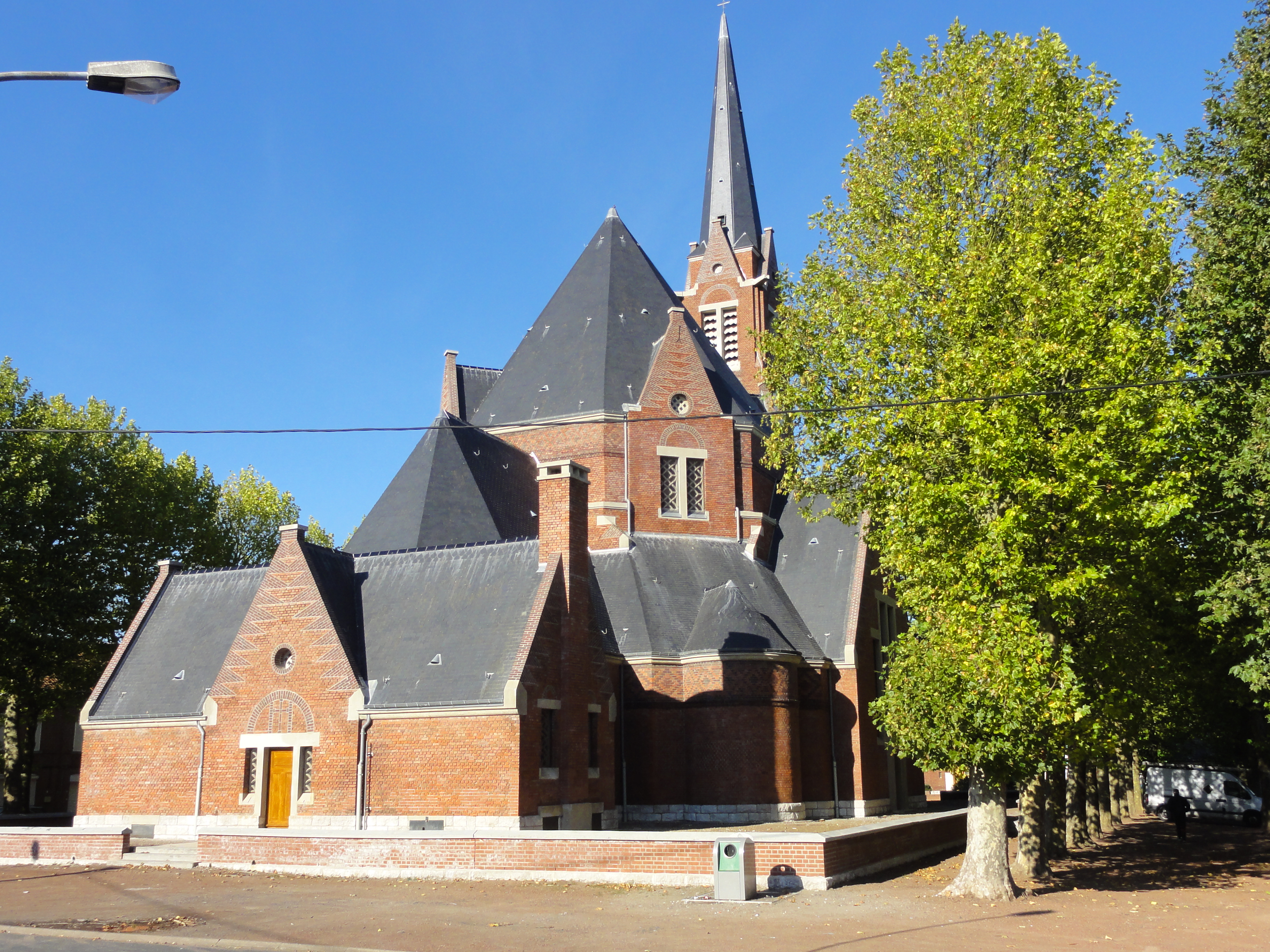
L'église Saint-Louis.
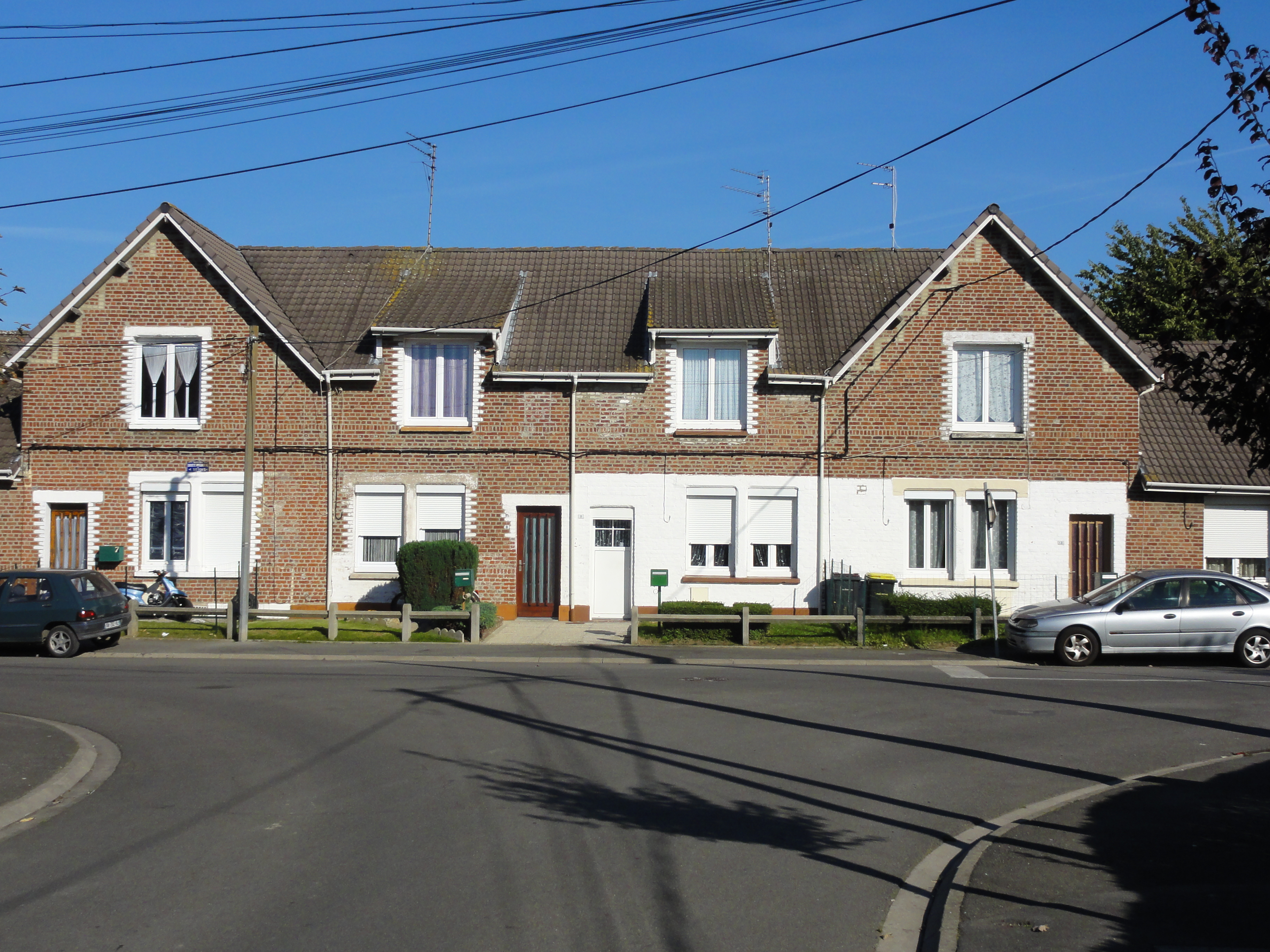
La cité Nouméa.
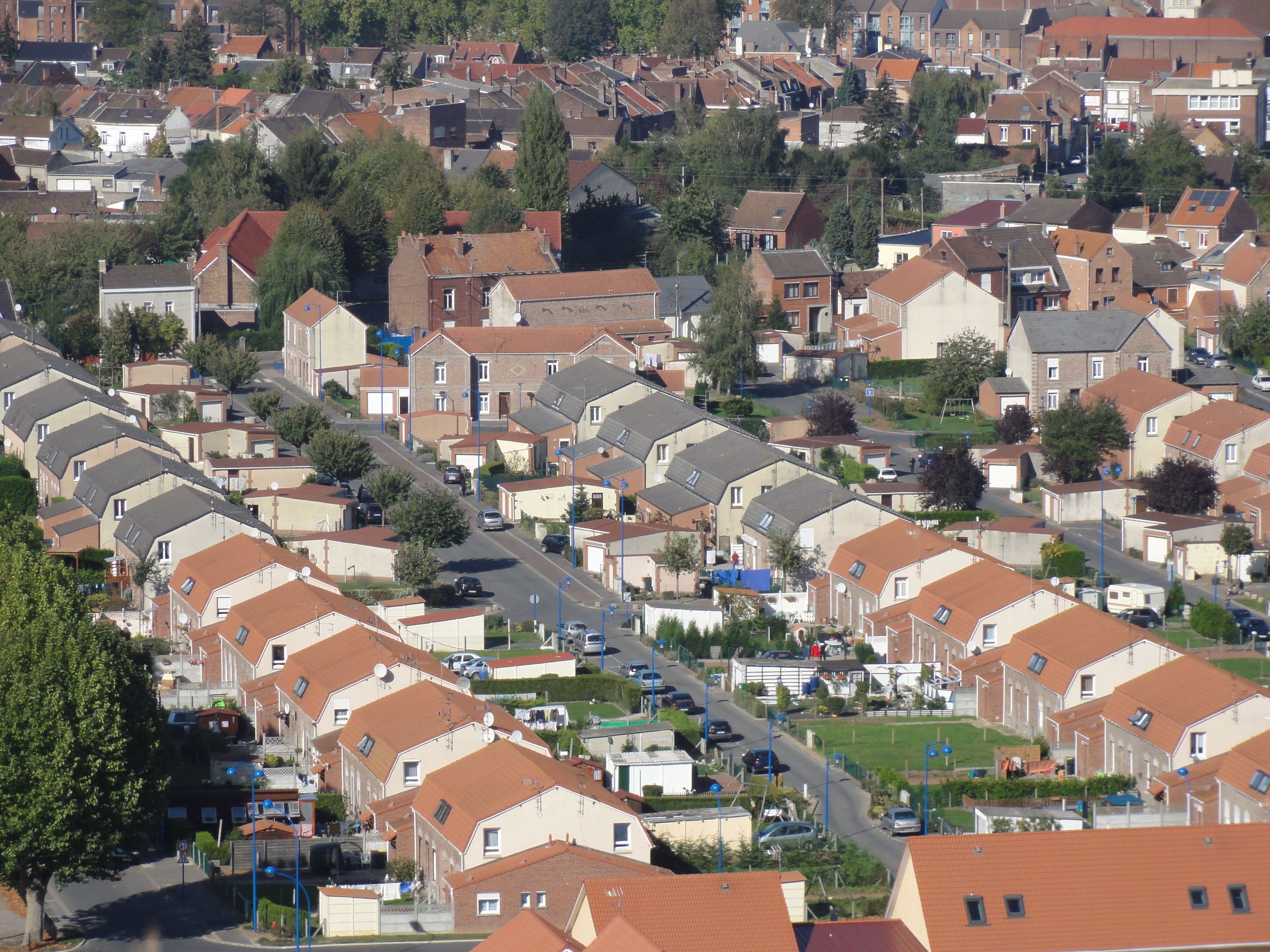
Les cités de la fosse nos 10 - 20.
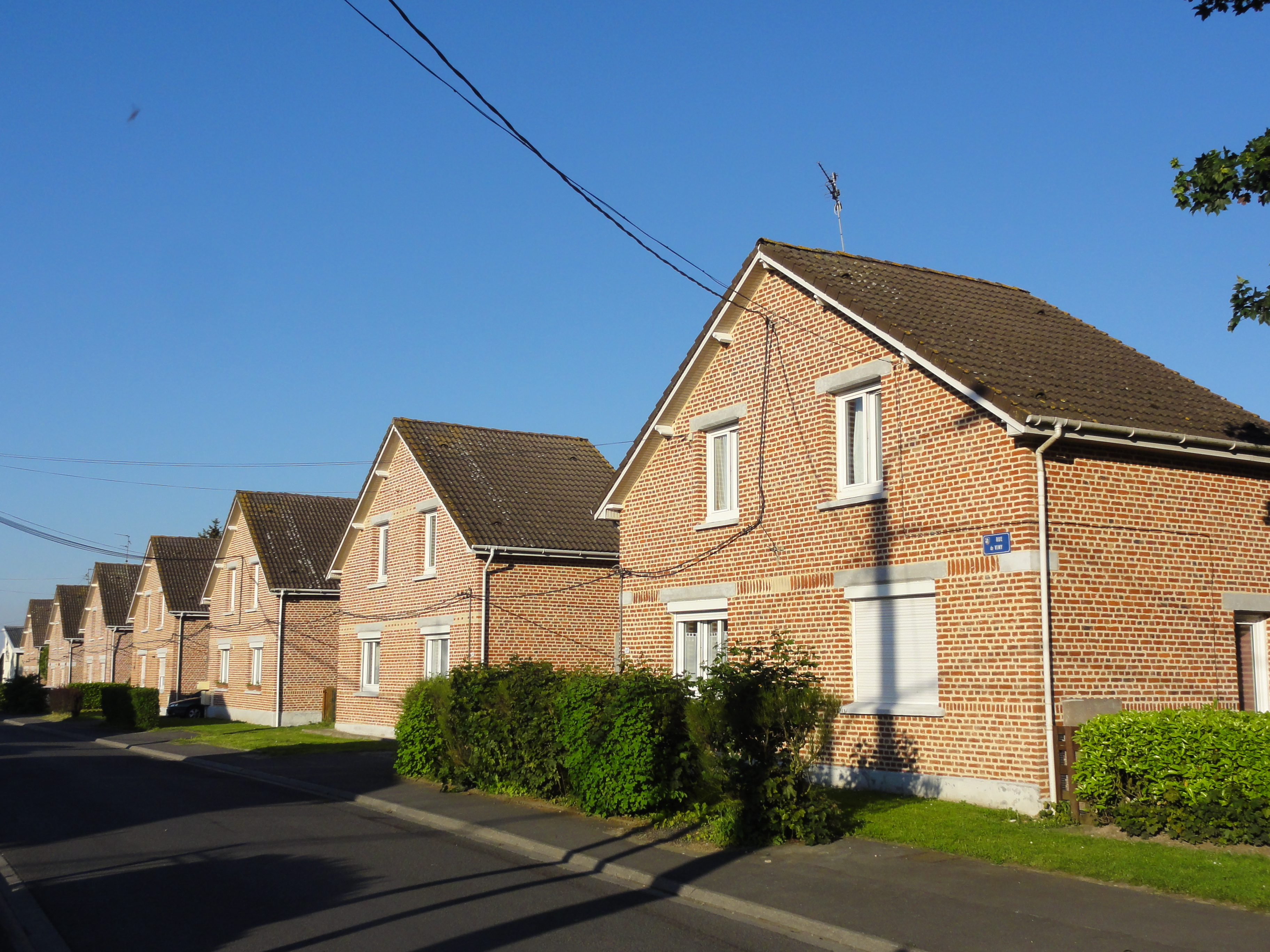
La cité Résidence du Parc.

### Siteno49
Le site no 49 est composé de la cité de corons de la Parisienne, de l'école, et de l'église Sainte-Barbe, à Drocourt. Ces éléments ont été bâtis par la Compagnie des mines de Drocourt pour sa fosse no 1, située à Hénin-Beaumont.

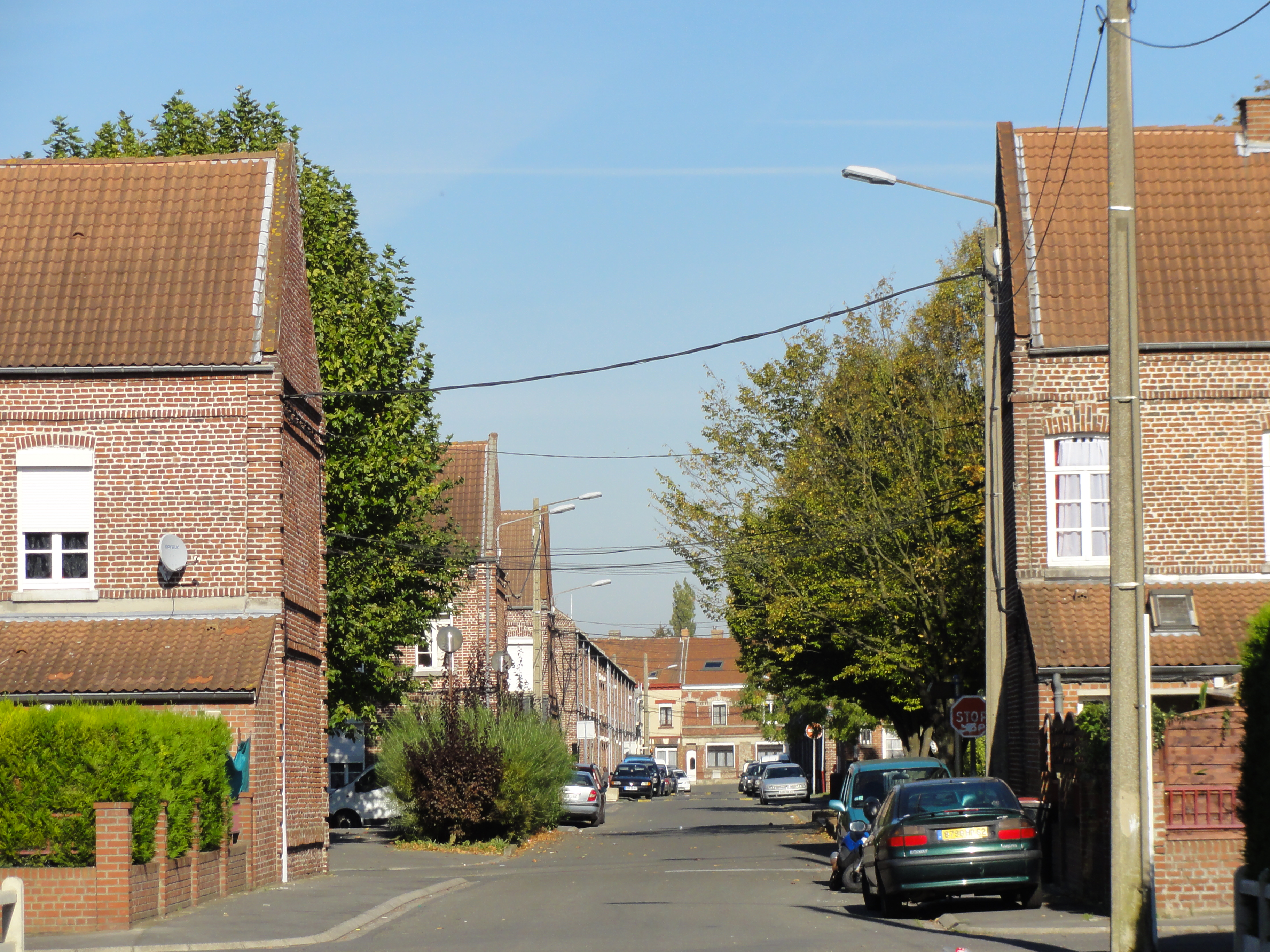
Les corons.
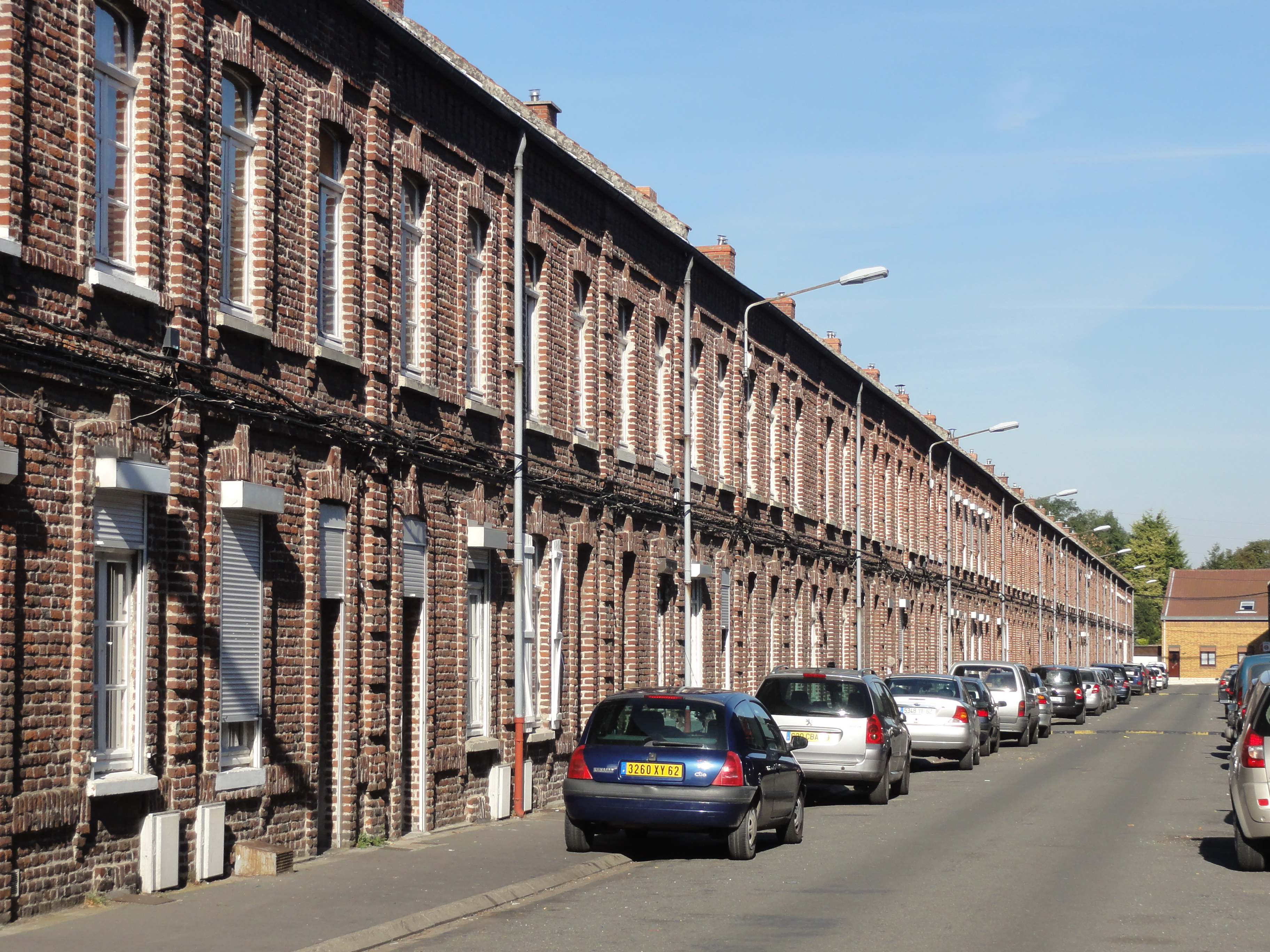
Les corons.
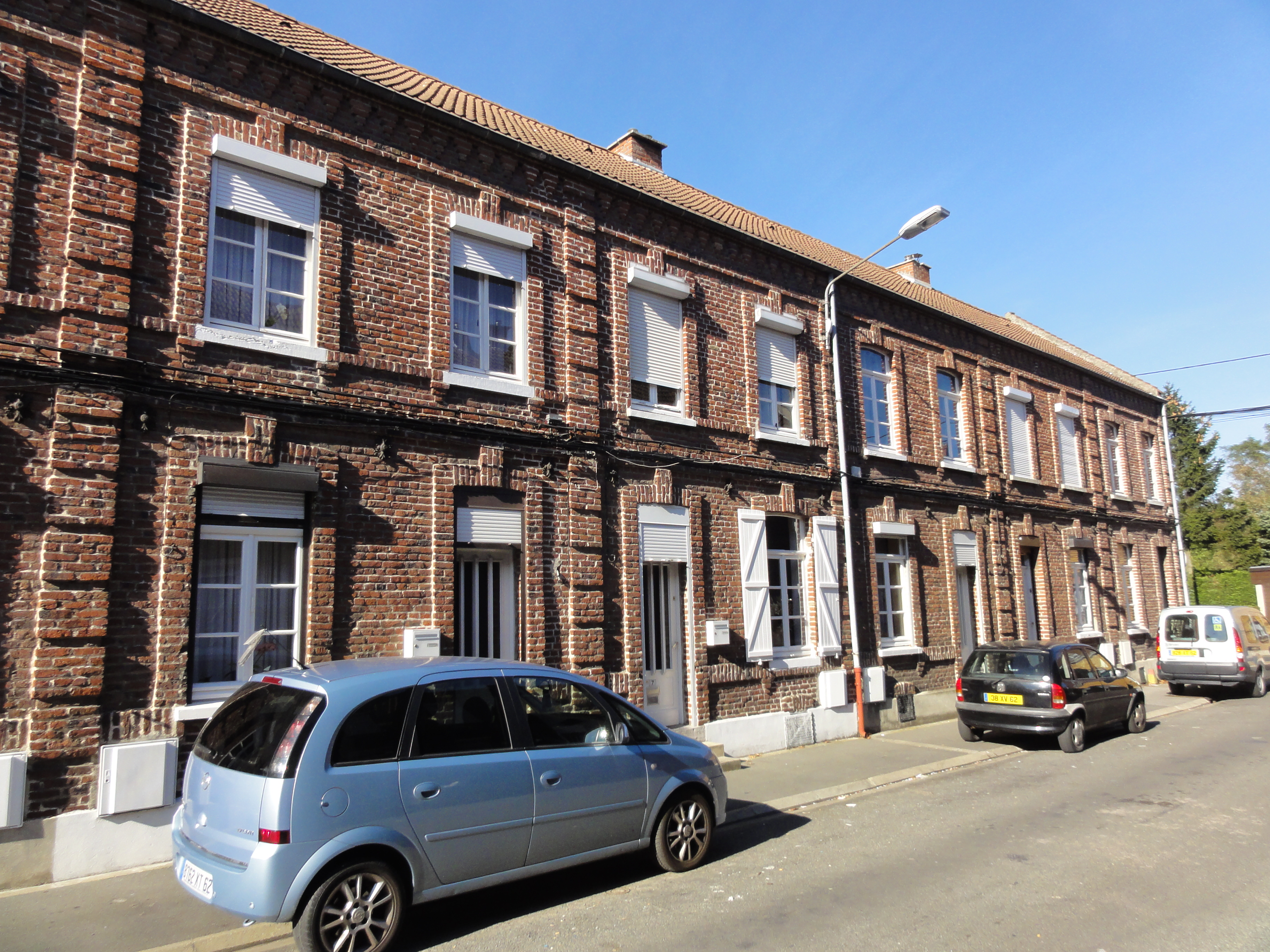
Les corons.
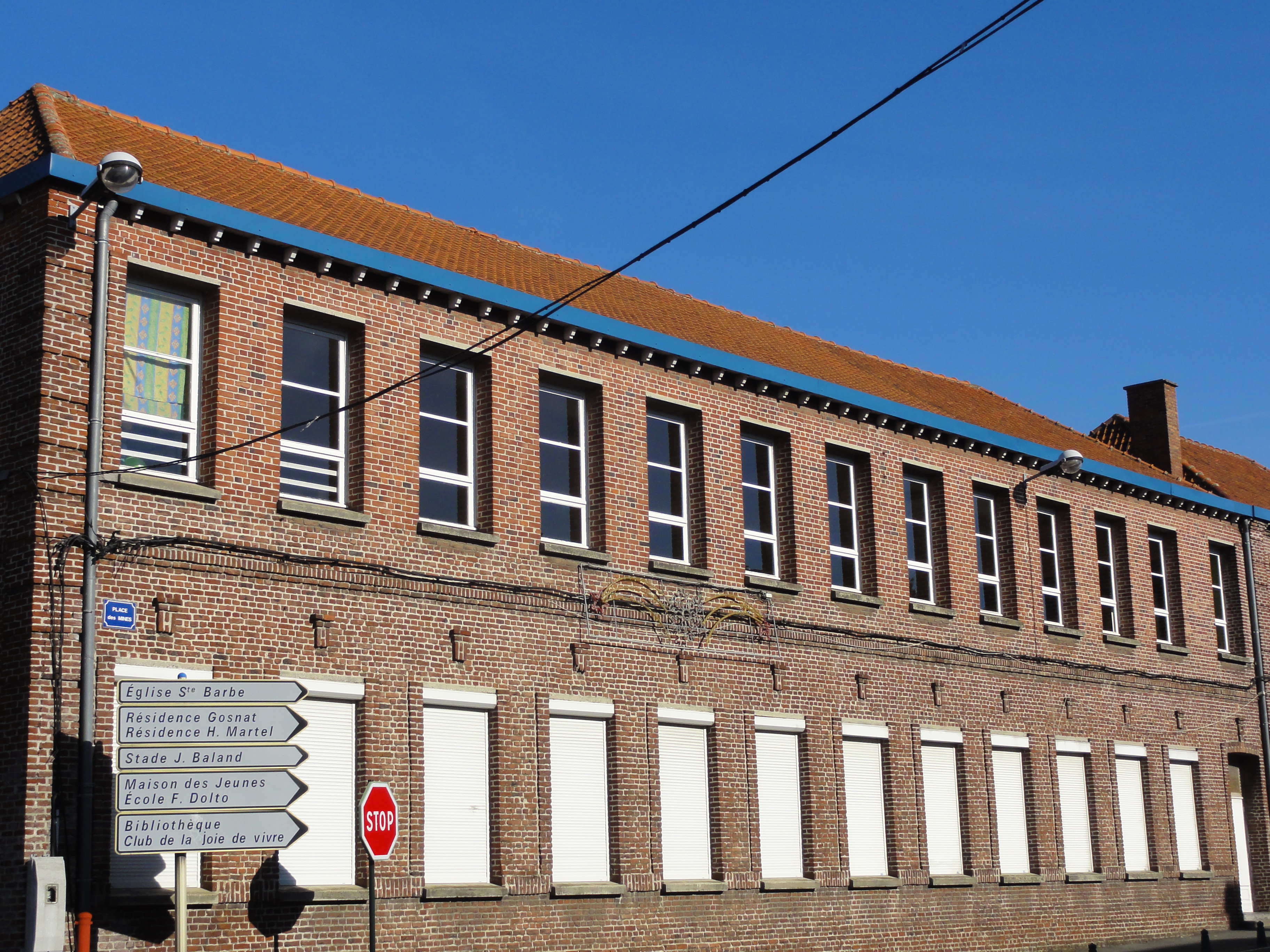
L'école.
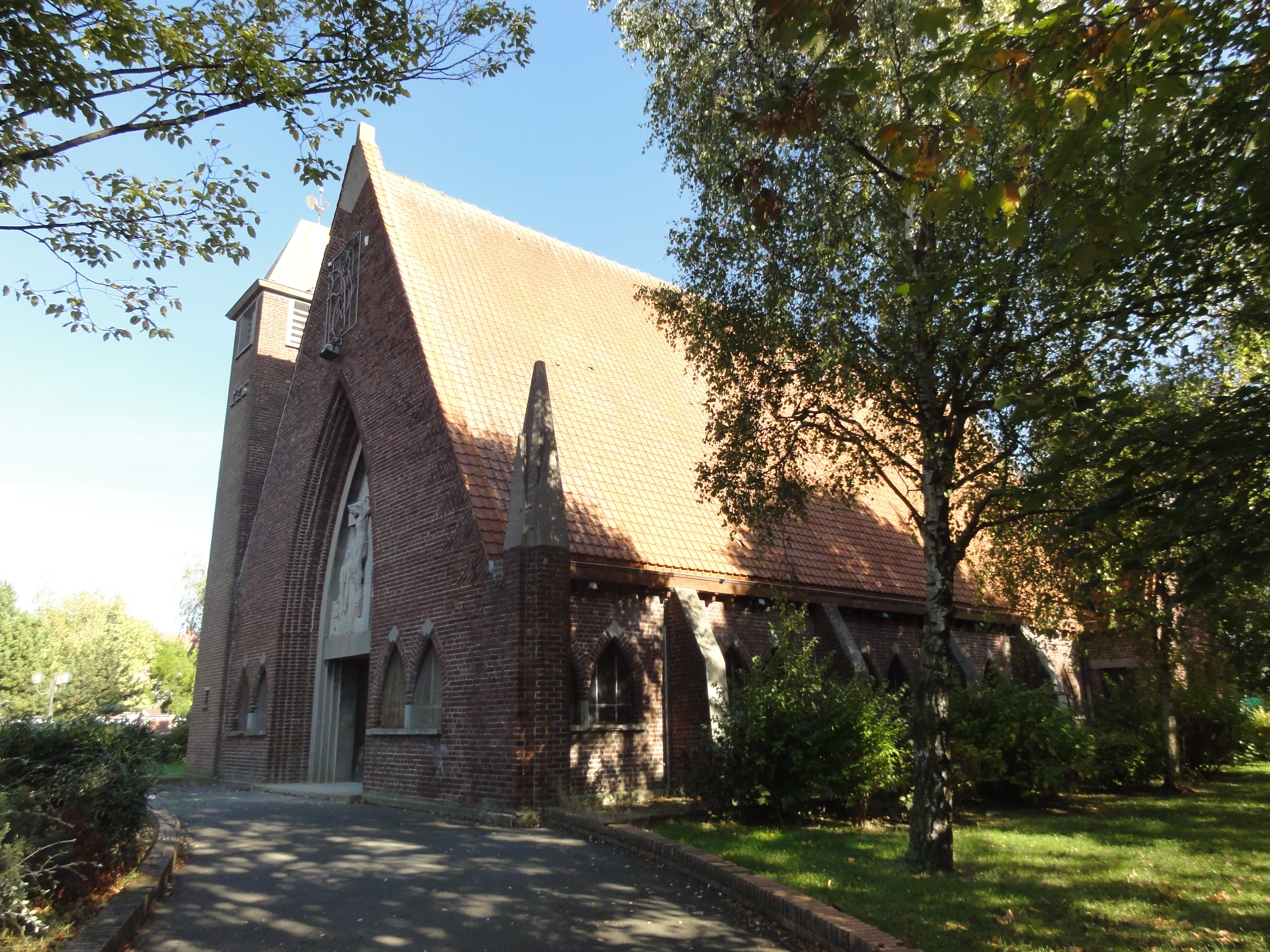
L'église Sainte-Barbe.
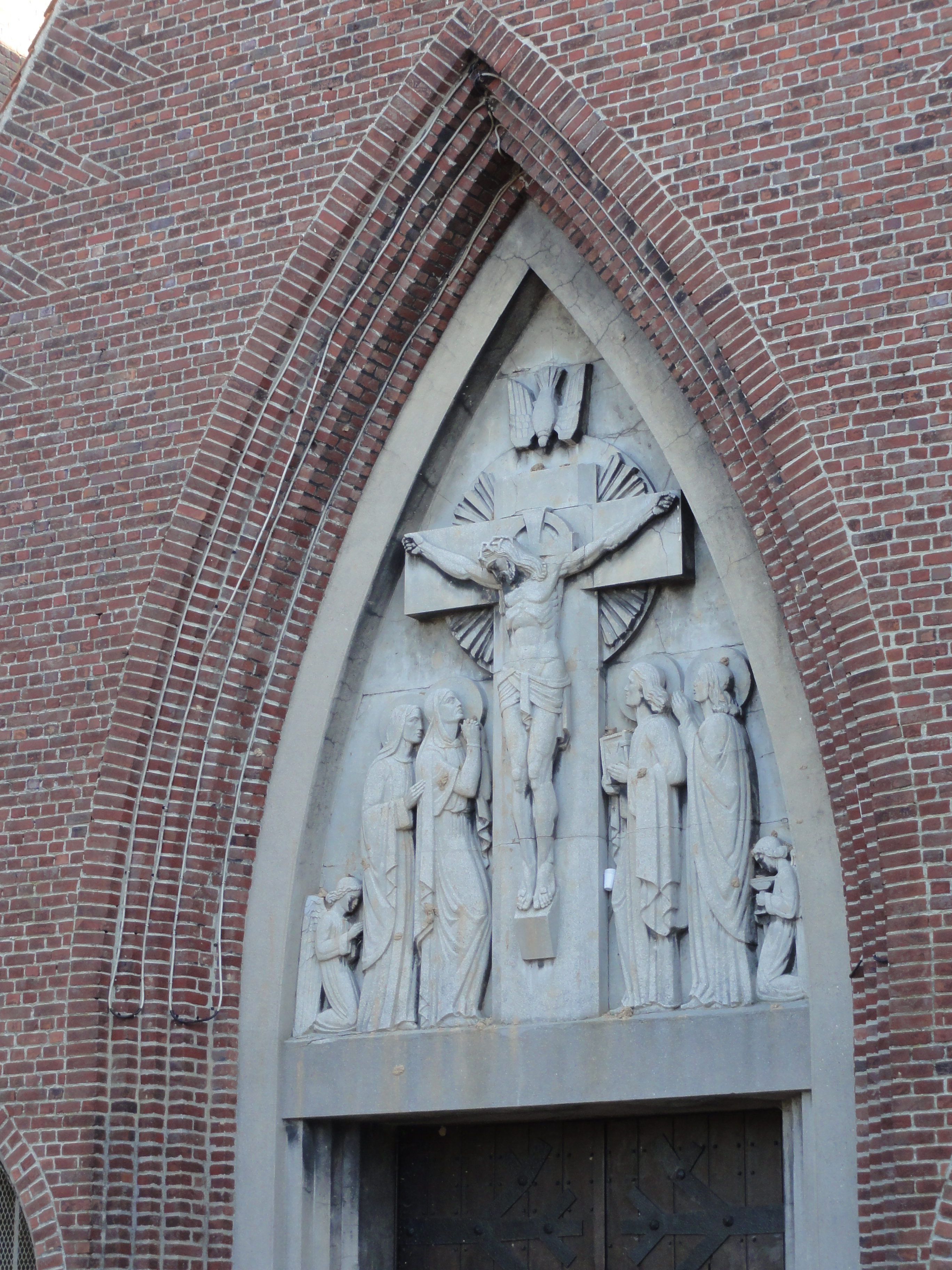
L'église Sainte-Barbe.

### Siteno50
Le site no 50 est formé par la cité moderne Saint-Paul, bâtie à Carvin pour les mineurs de la fosse nos 24 - 25.

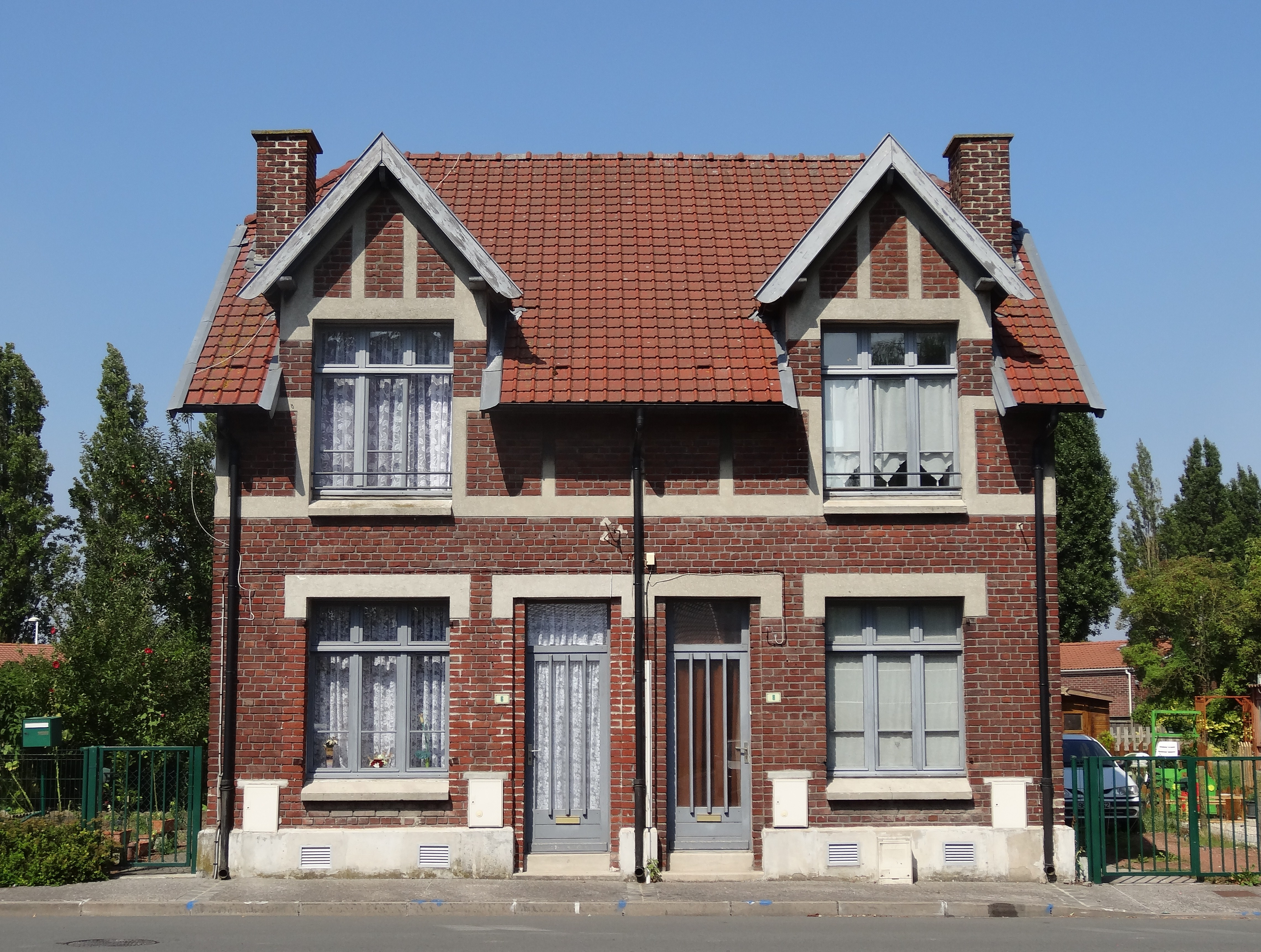
La cité Saint-Paul.
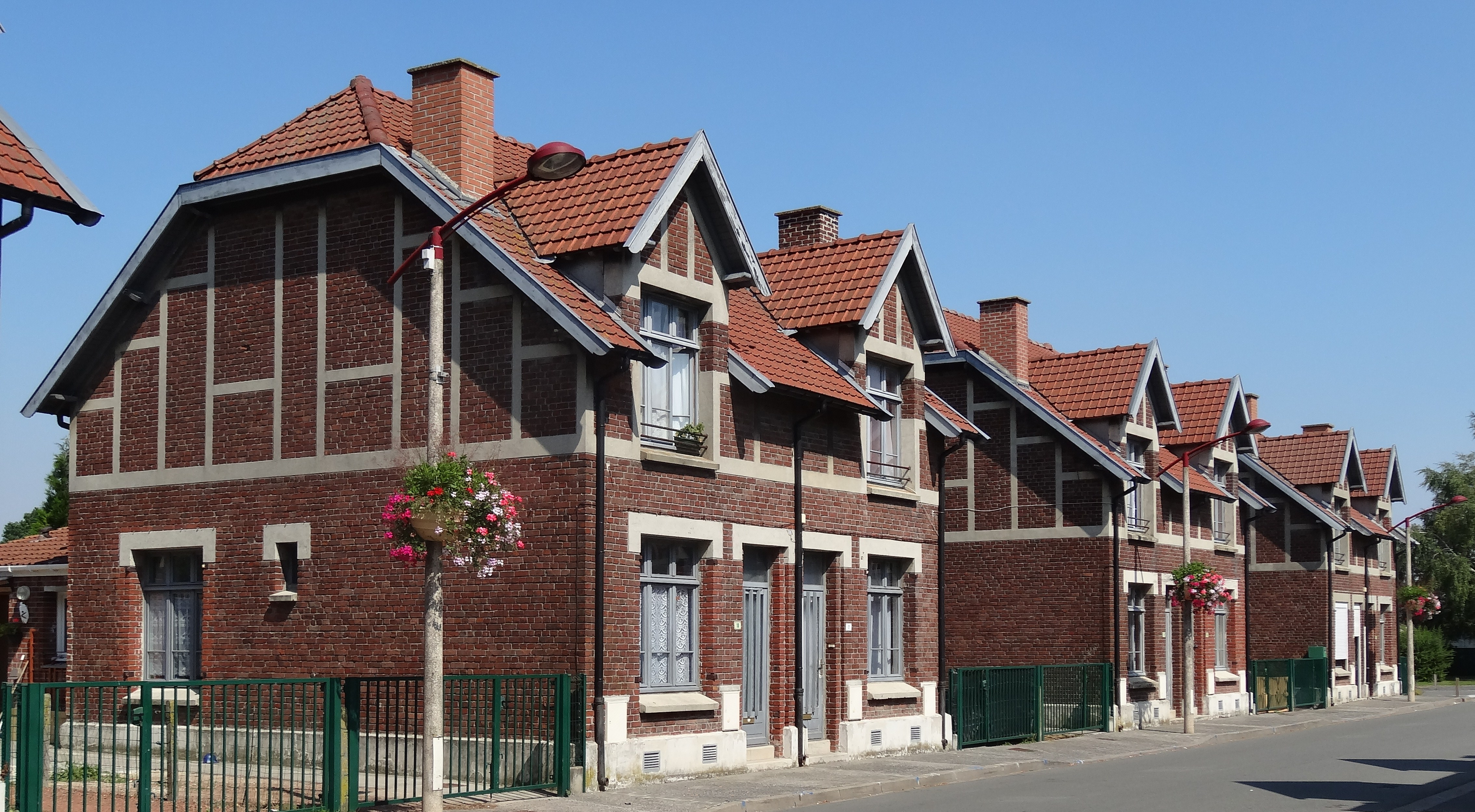
La cité Saint-Paul.
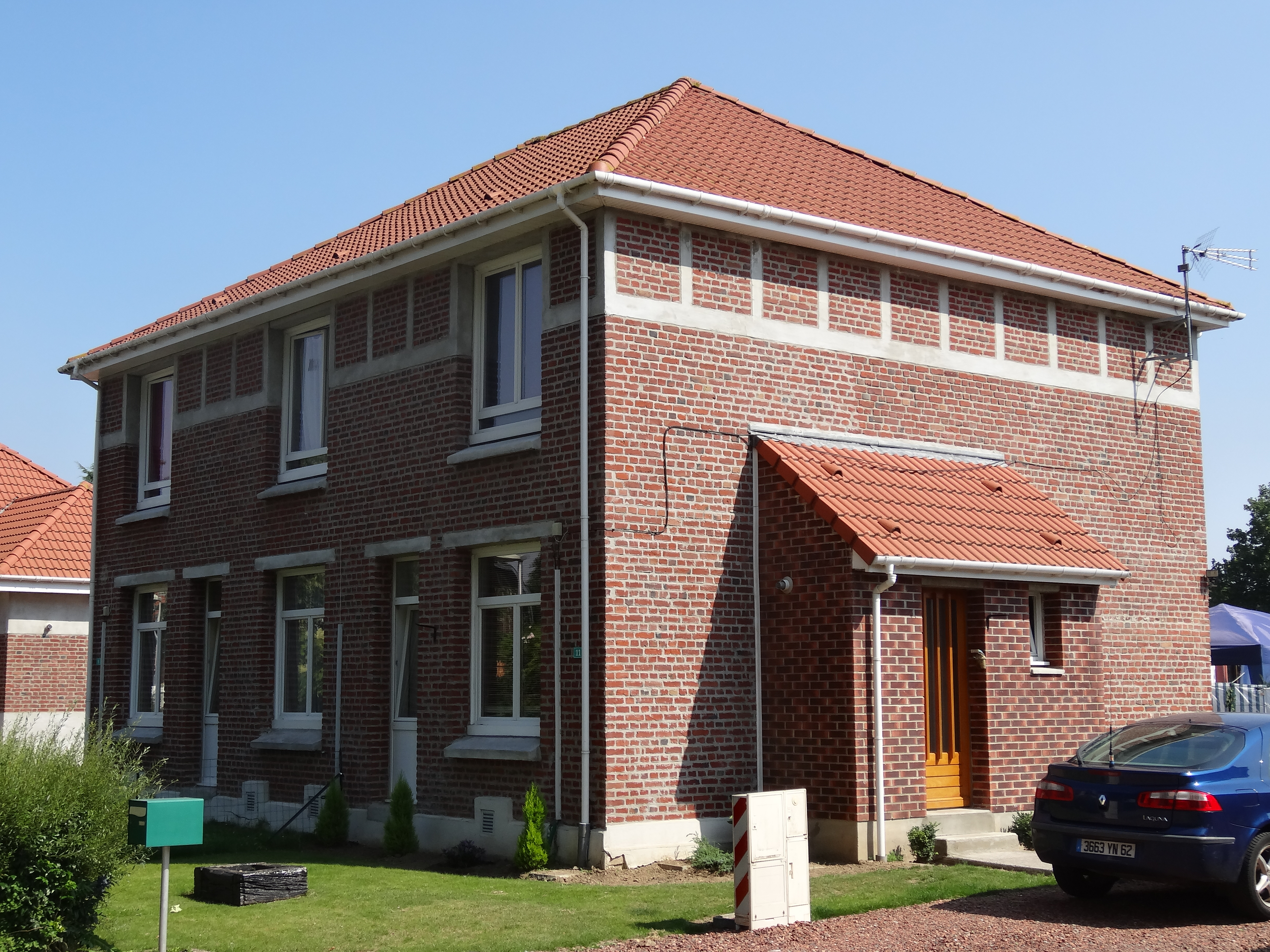
La cité Saint-Paul.
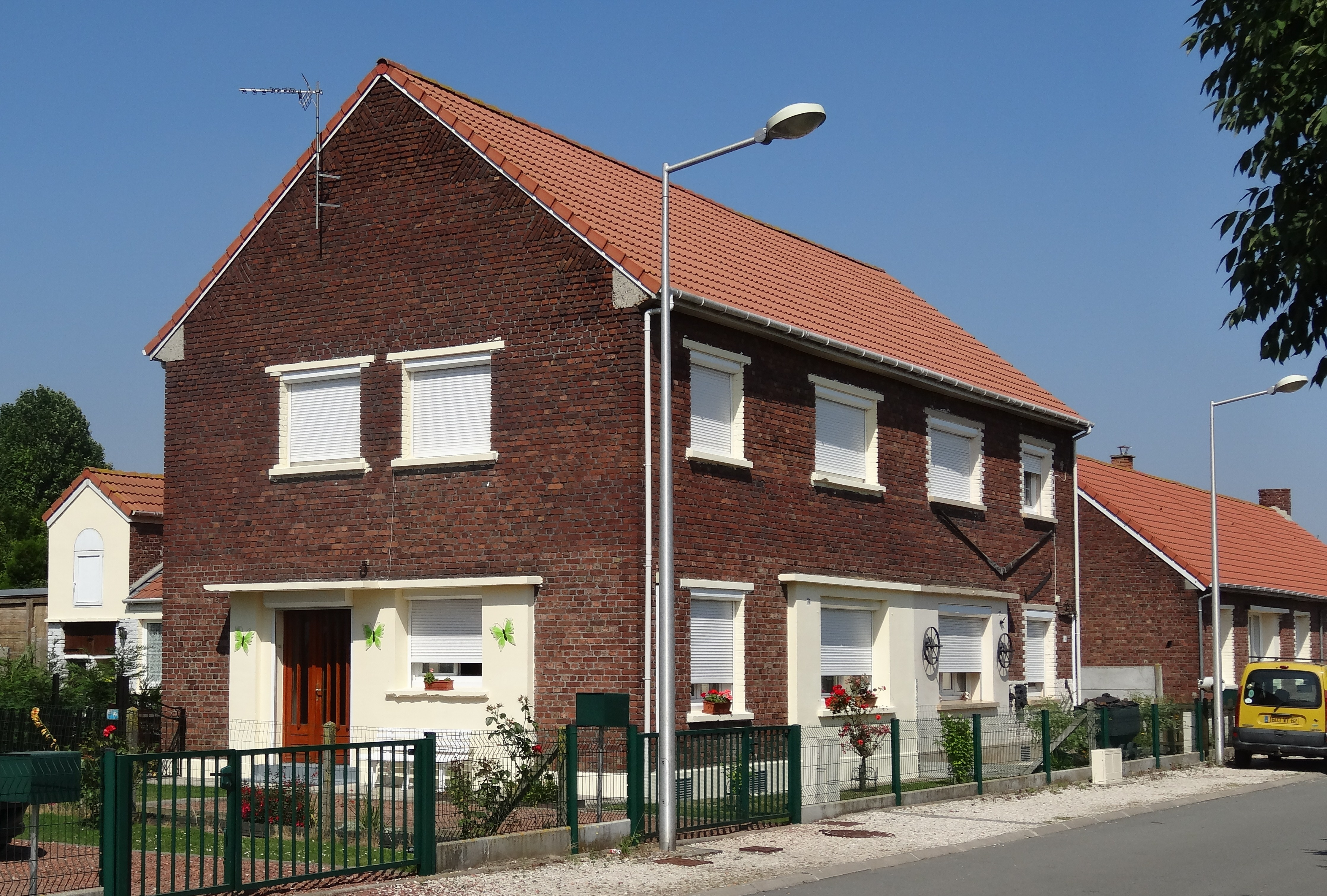
La cité Saint-Paul.
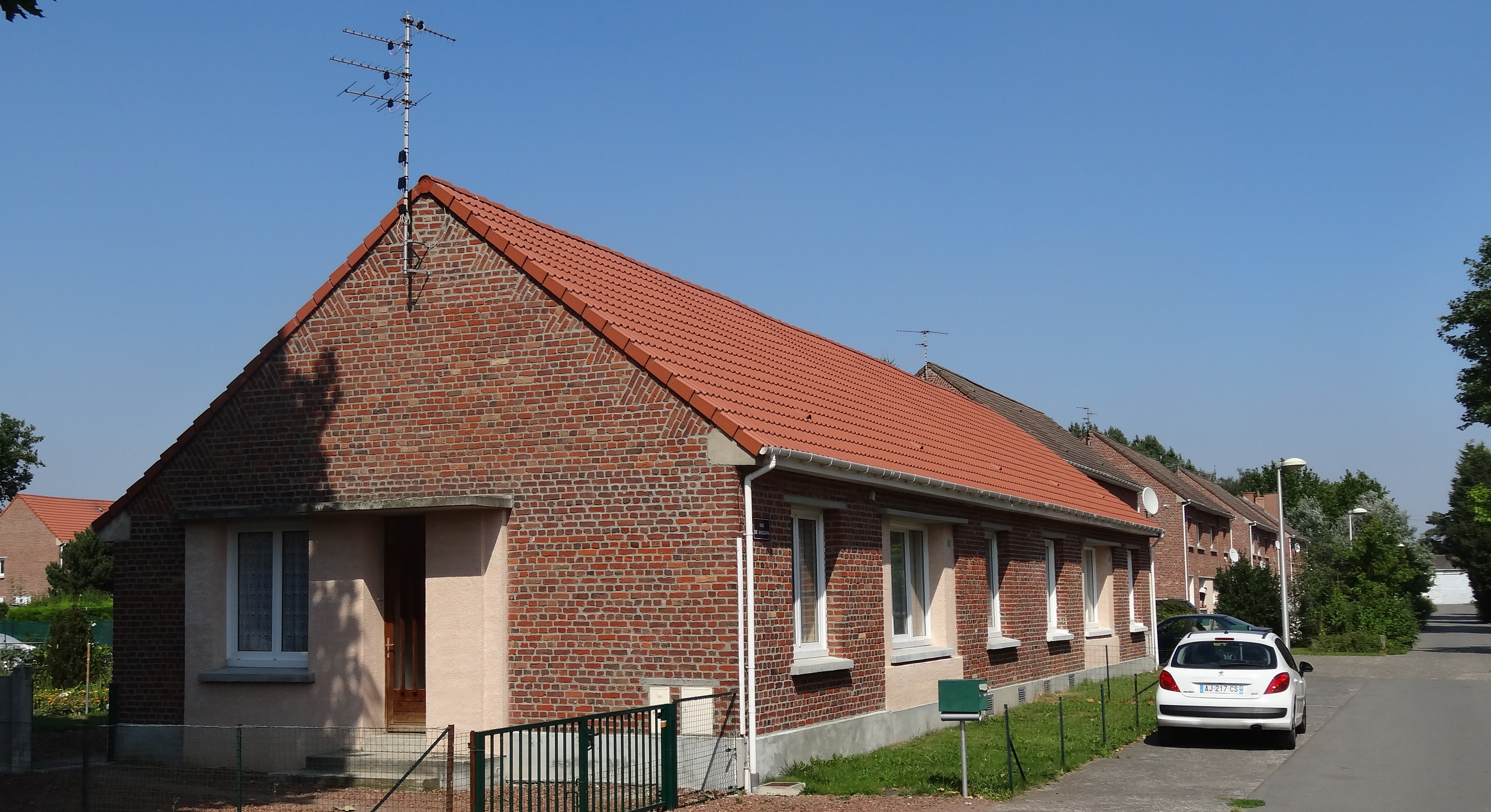
La cité Saint-Paul.

### Siteno51
Le site no 51 peut être subdivisé en trois secteurs :
- Au nord, à Estevelles, la cité pavillonnaire de la fosse no 24, et le terril no 98, 24 Nord de Courrières[T 33], issu de l'exploitation de la fosse no 24 - 25 des mines de Courrières.
- Au centre, un cavalier minier traversant les finages de Estevelles, Pont-à-Vendin, Annay-sous-Lens et Harnes, constitué du terril no 248, Cavalier du 24 d'Estevelles[T 34], au nord et du terril no 207, Cavalier d'Harnes[T 35], au sud.
- Au sud, à Harnes, le terril no 93, 21 Nord de Courrières[T 36], issu de l'exploitation de la fosse nos 21 - 22 des mines de Courrières.

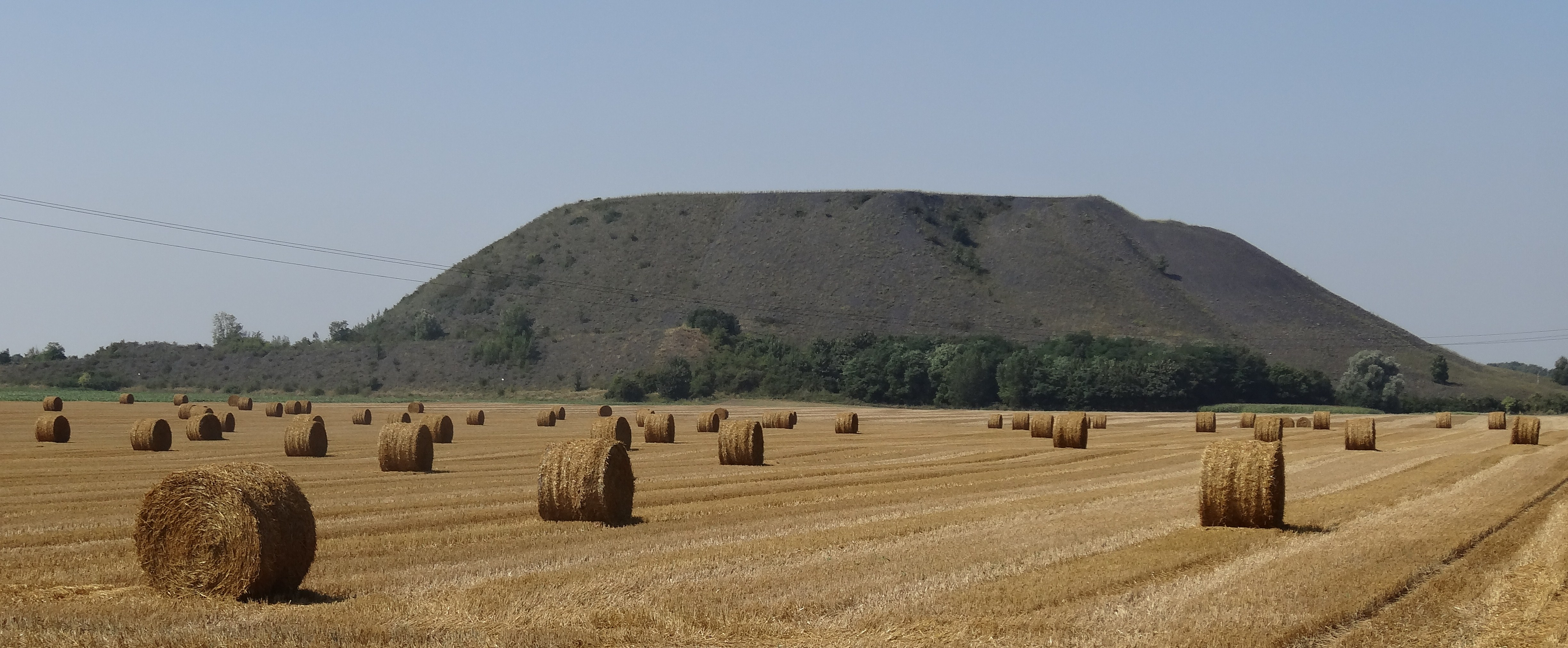
Le terril no 98.
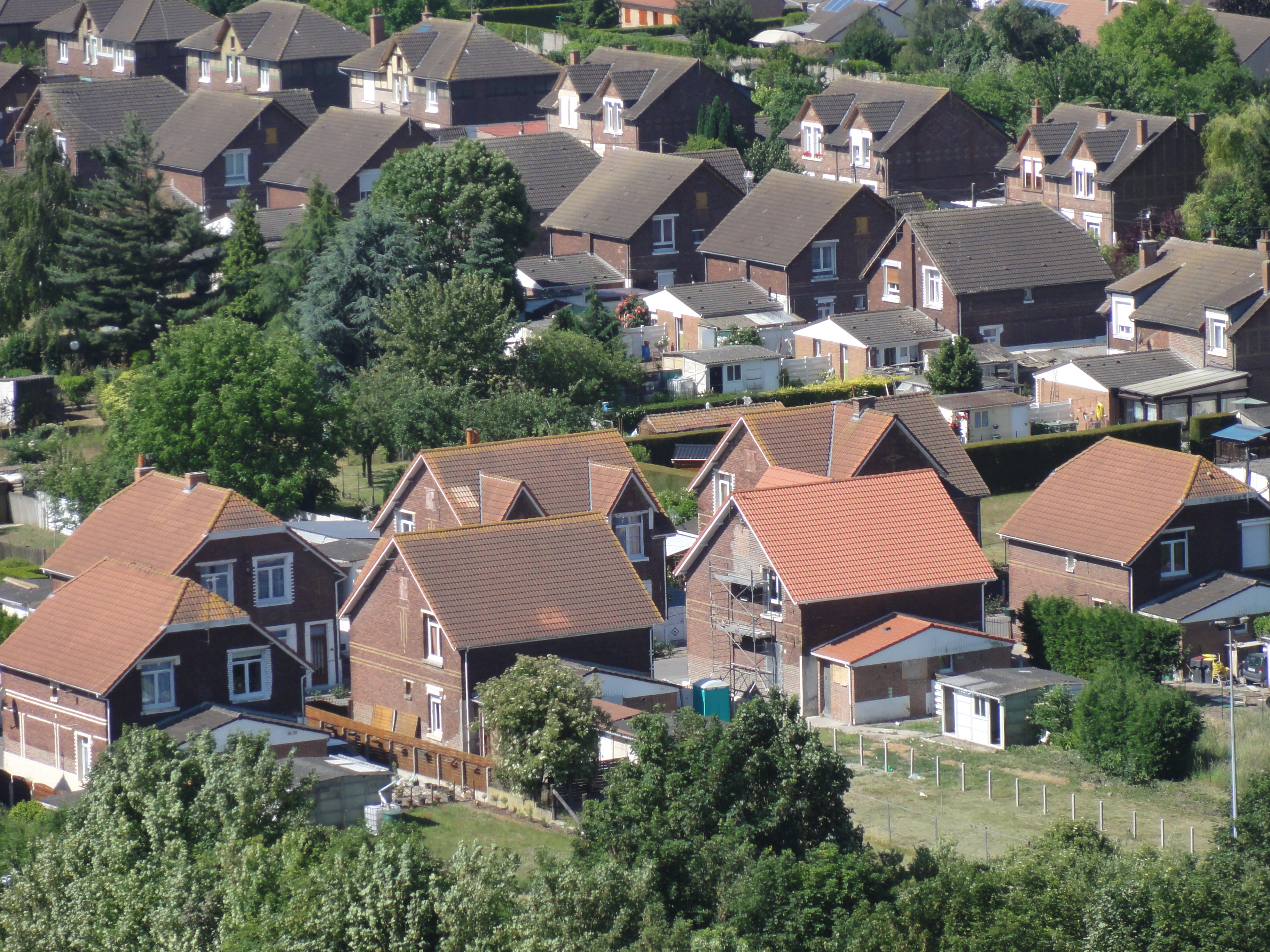
La cité de la fosse no 24 - 25.
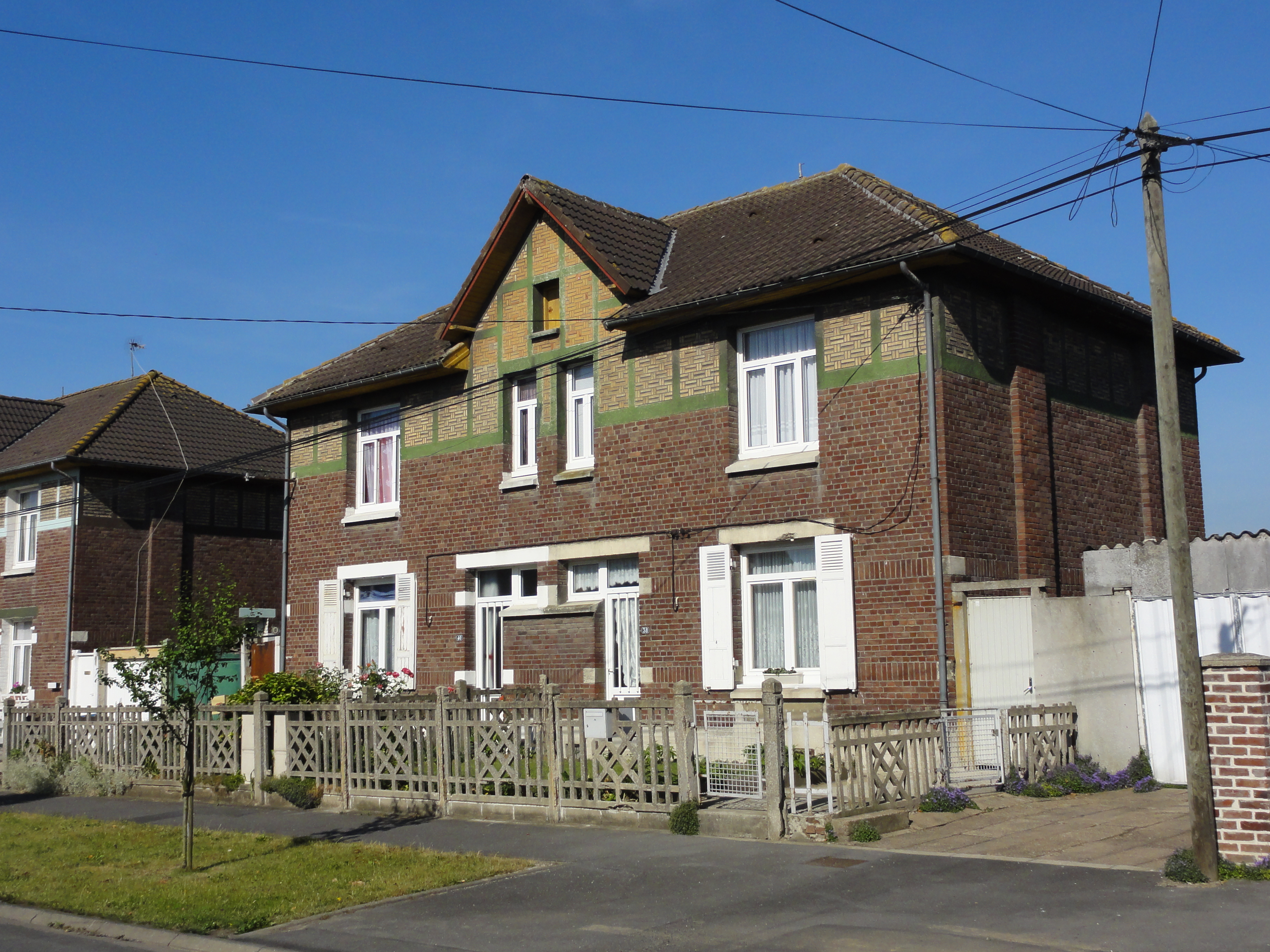
Des habitations groupées par deux.
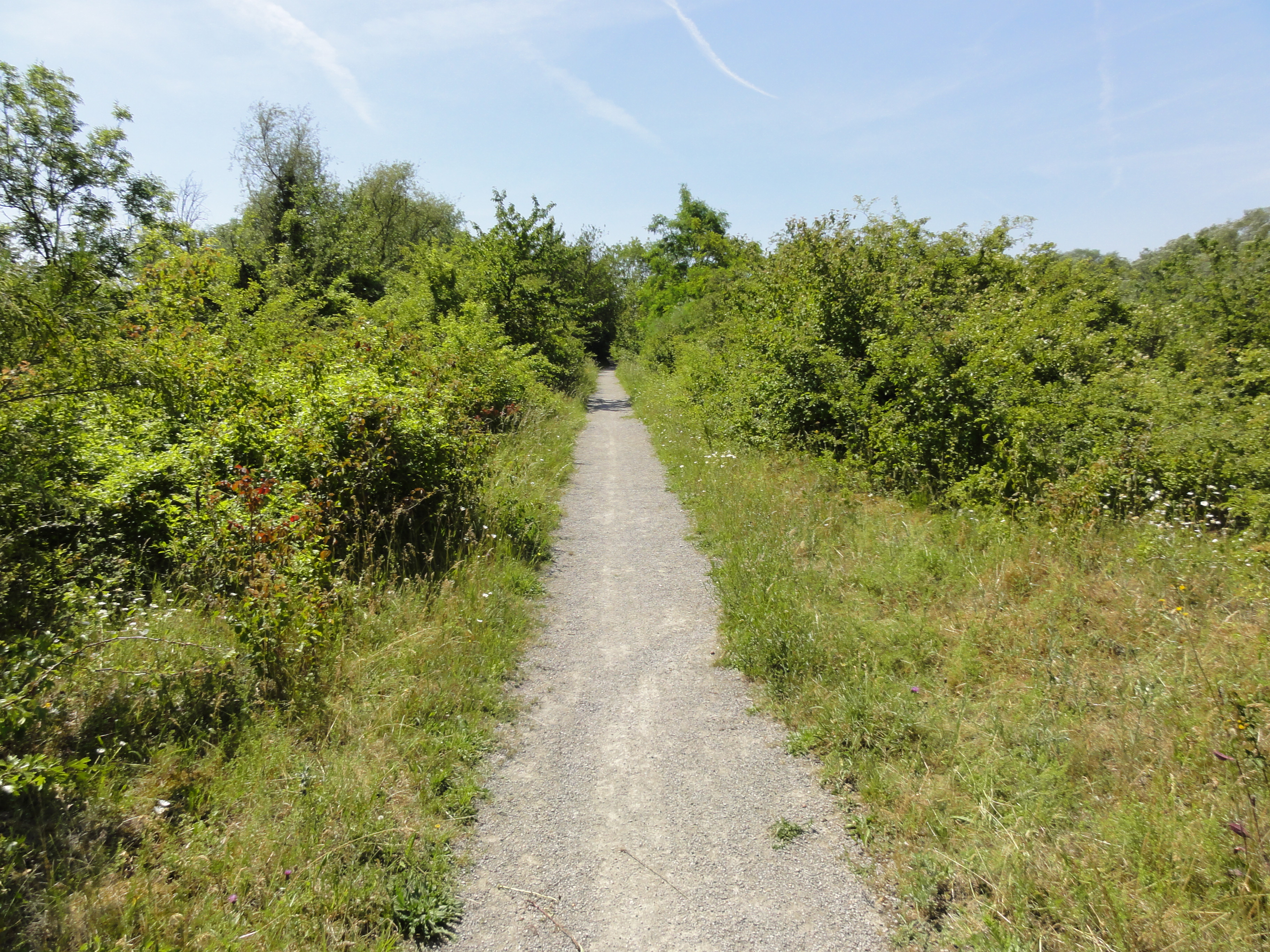
Le terril no 248.
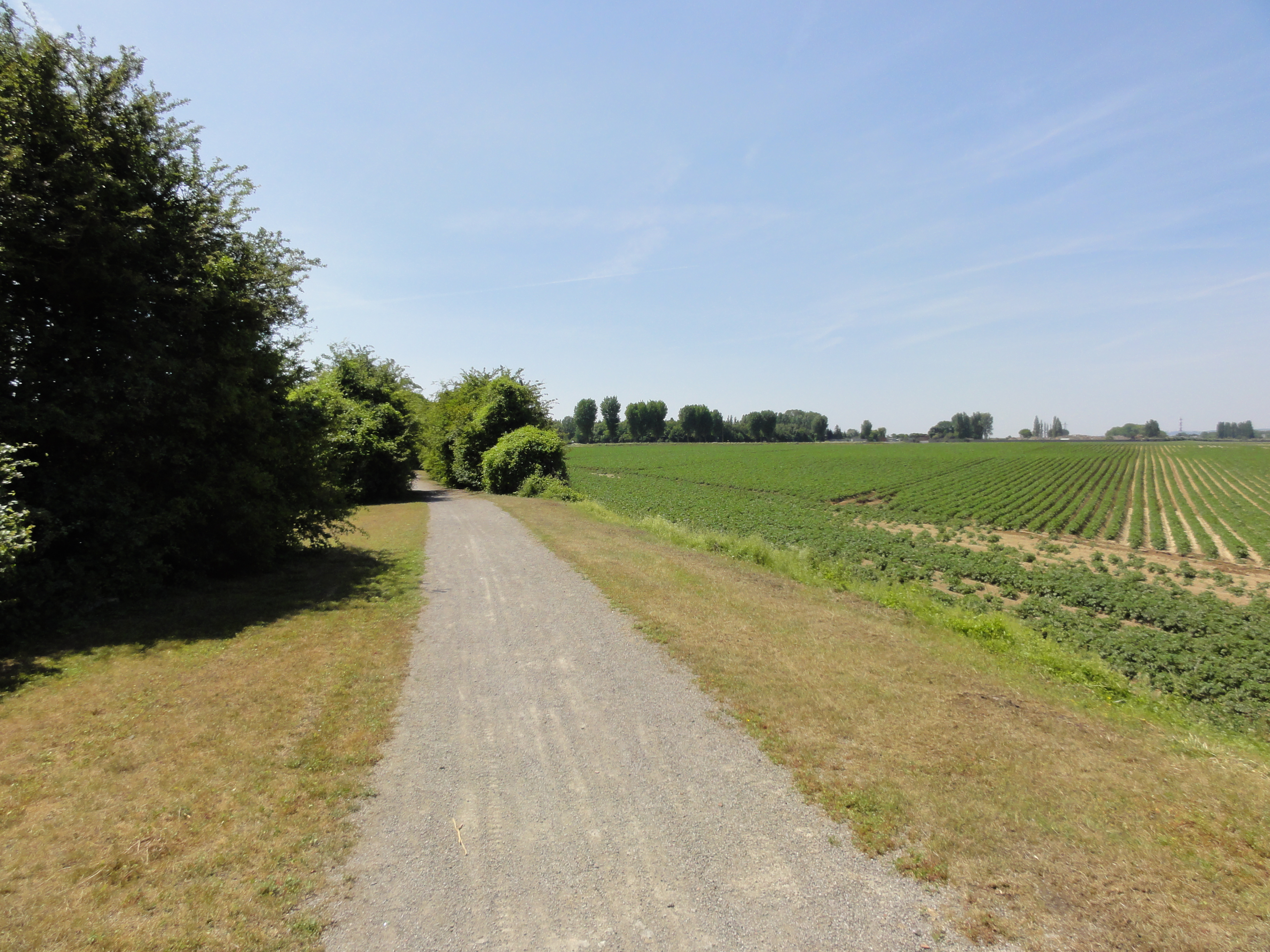
Le terril no 207.
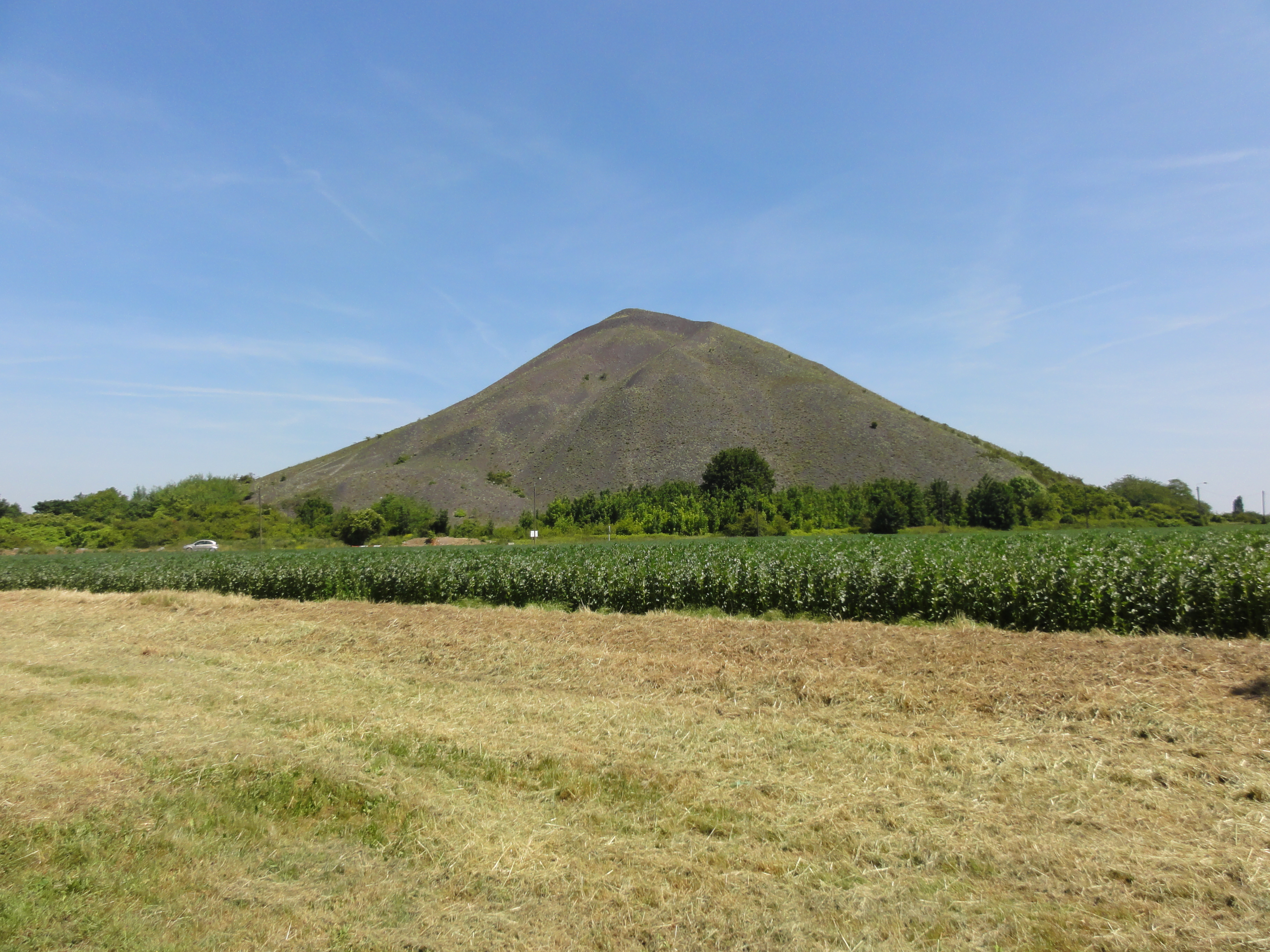
Le terril no 93.

### Siteno52
{{à corrigerGoogle Maps|}}
Le site no 52 est formé d'un ou deux Camus-hauts, vestiges d'une cité à l'origine bien plus grande qui a été entièrement détruite, à Annay-sous-Lens.
Le camus est en 2022 à l'abandon et les projets de rénovations étant trop coûteux, le maire d'Annay, Yves Terlat, demande le déclassement et éventuellement la destruction du site pour l'urbanisme. Il est reproché que l'inscription au patrimoine mondial est contraignante et n'accorde pas de subventions, contrairement aux monuments historiques français,,. Alors que début 2023, la municipalité allait raser le logement, il est finalement inscrit aux monuments historiques.

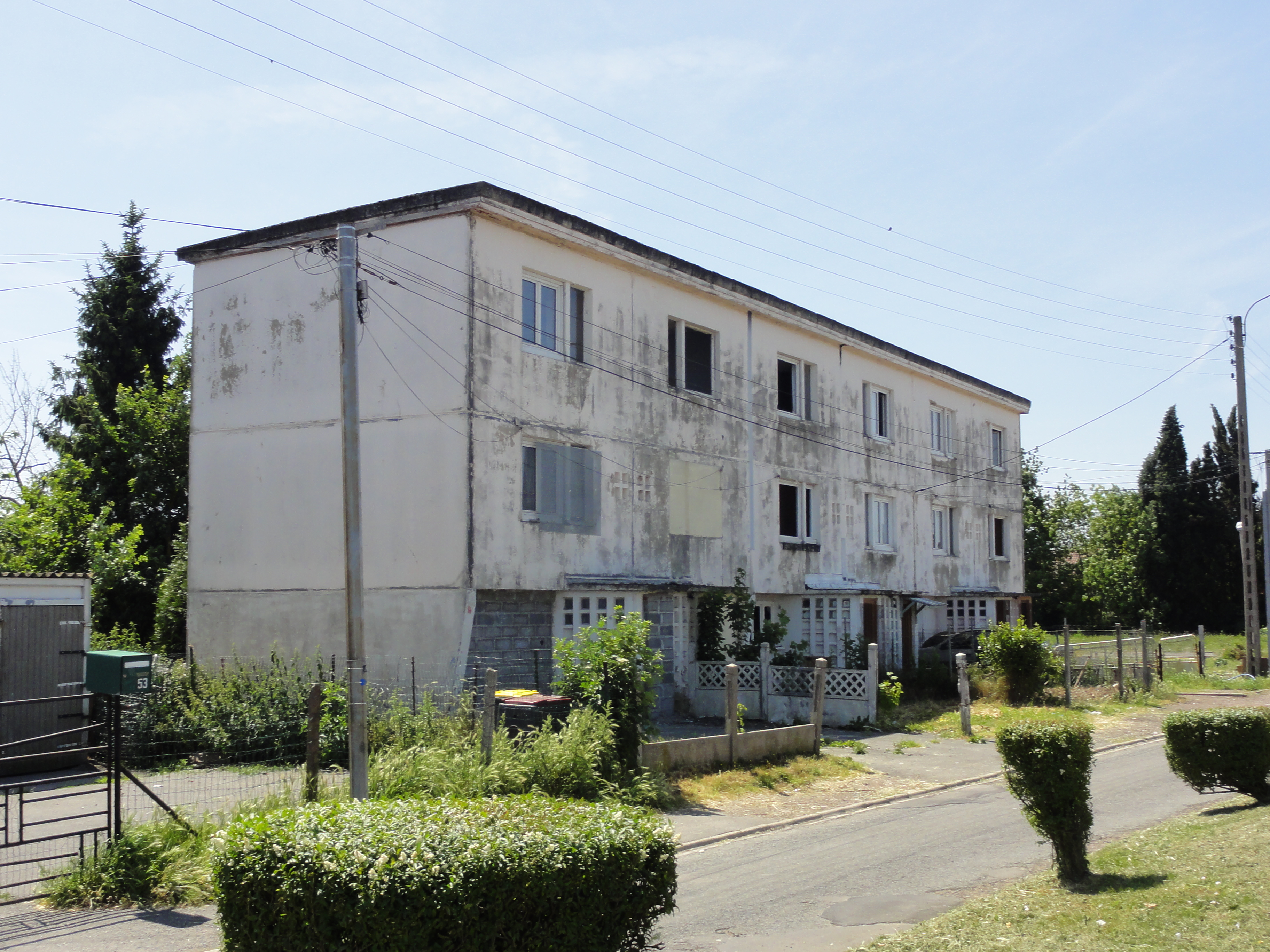
Un Camus-haut.
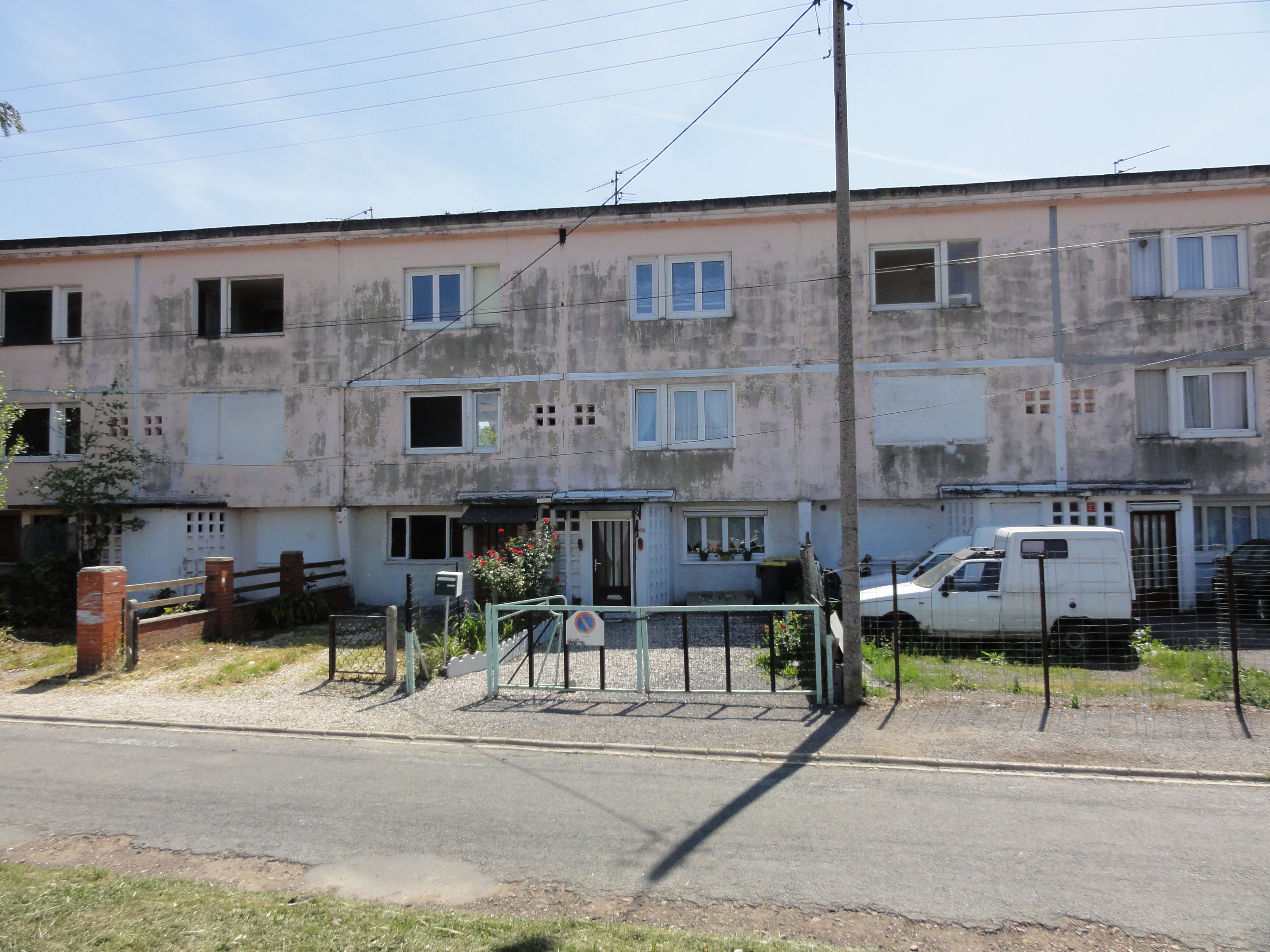
Un Camus-haut.

### Siteno53
Le site no 53 est constitué par la cité pavillonnaire Bellevue ancienne, l'église du Sacré-Cœur et l'école. Ces éléments ont été bâtis pour la fosse nos 21 - 22 des mines de Courrières, à Harnes.

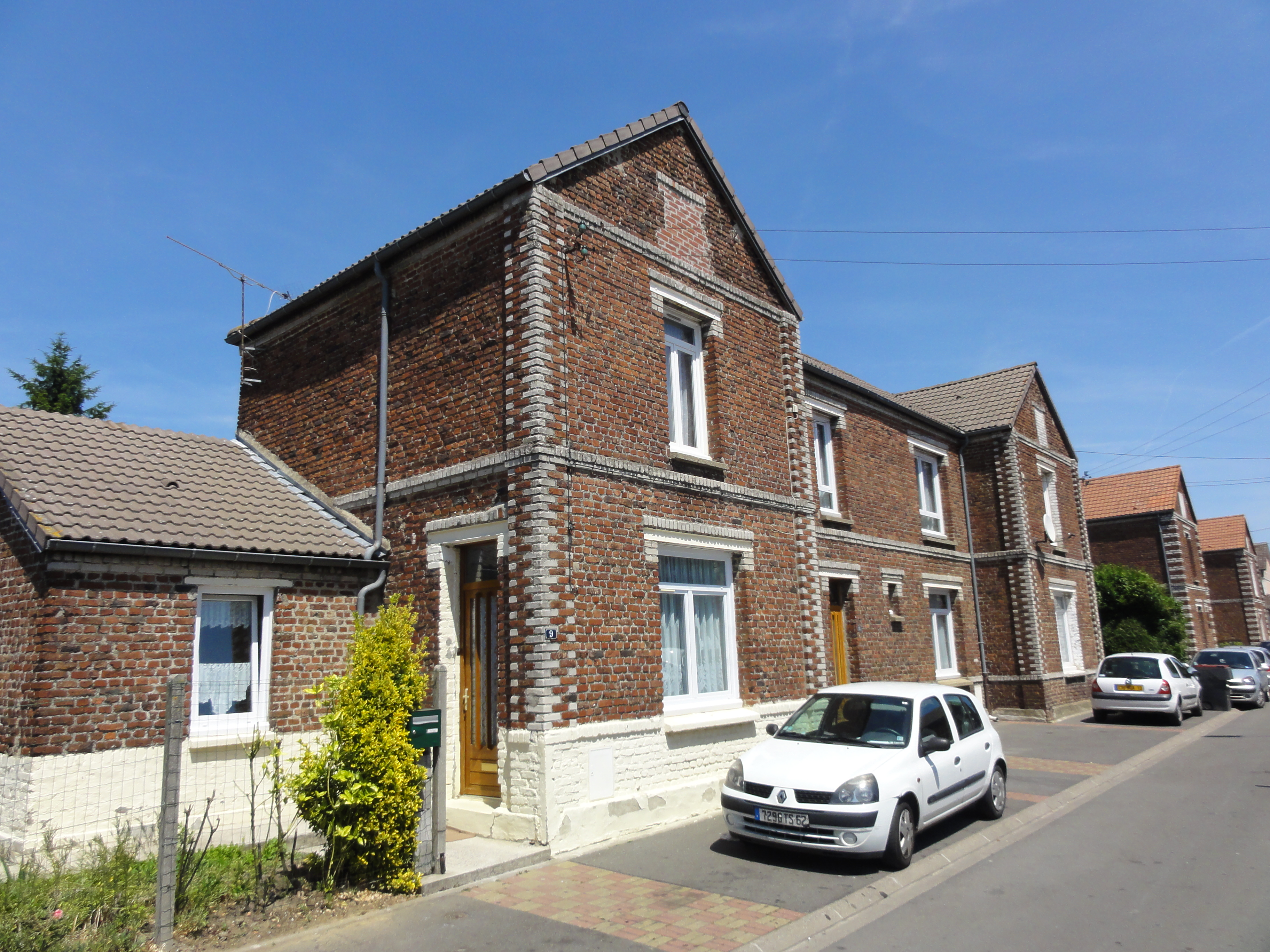
La cité Bellevue ancienne.
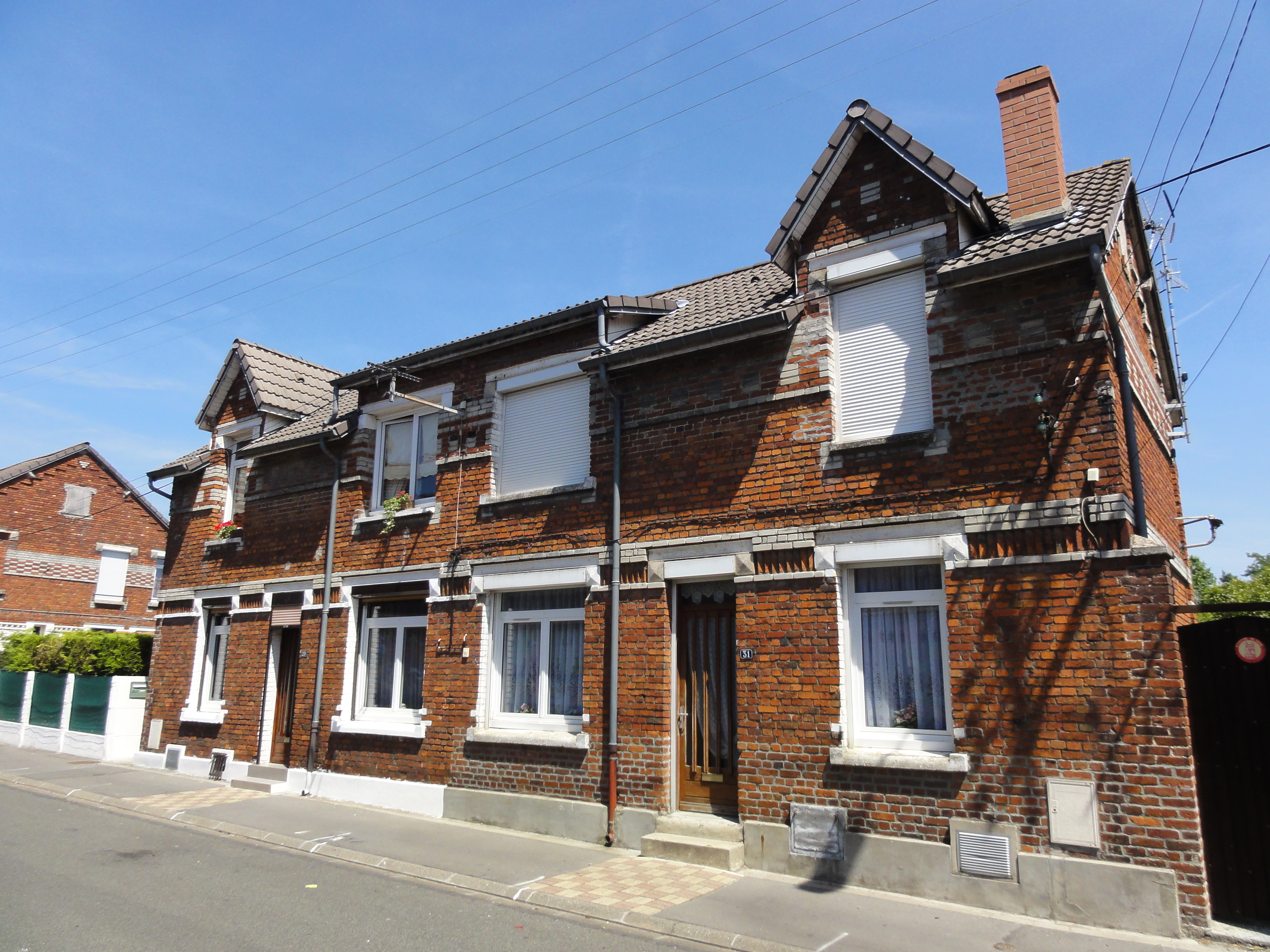
La cité Bellevue ancienne.
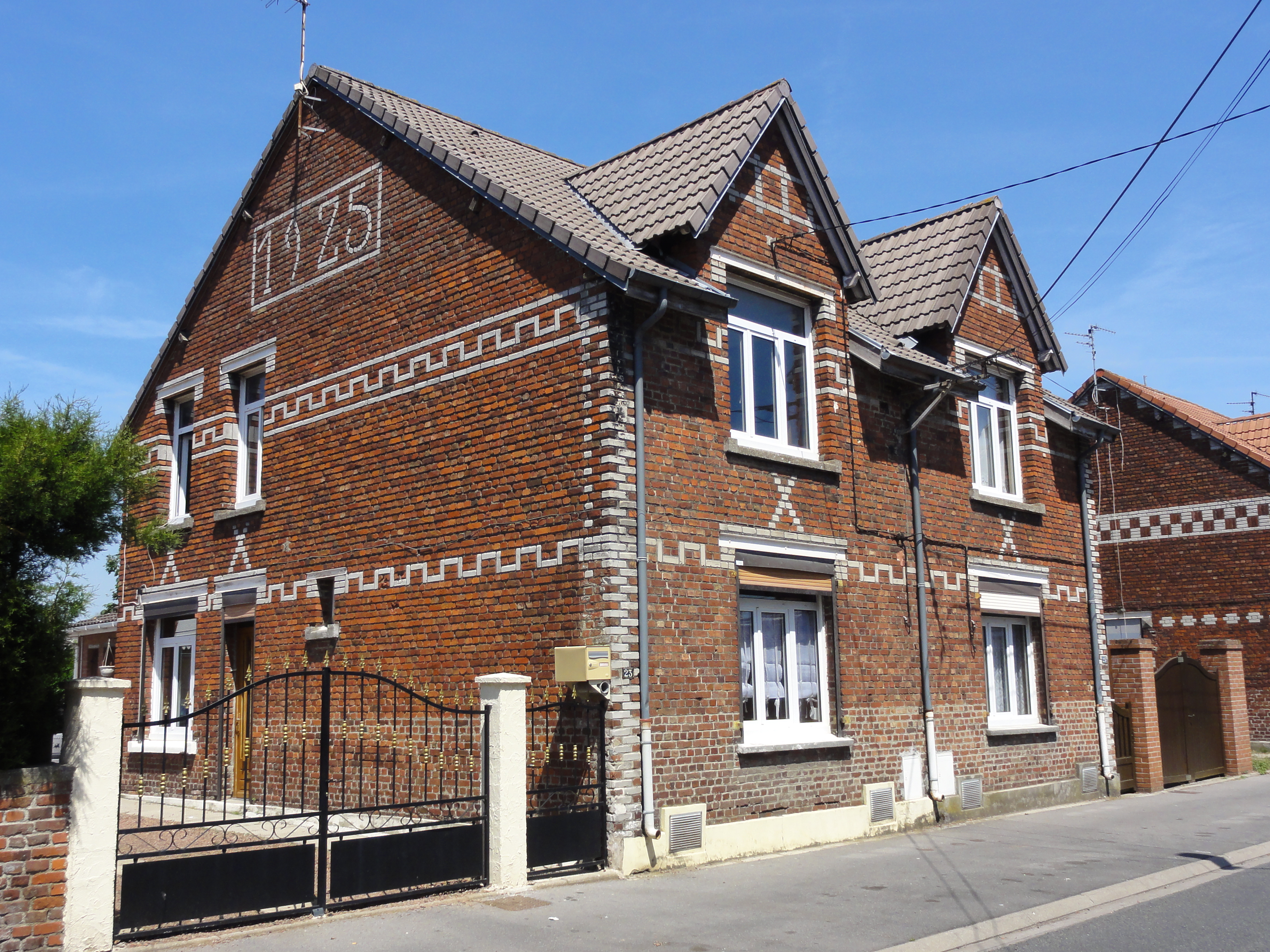
La cité Bellevue ancienne.
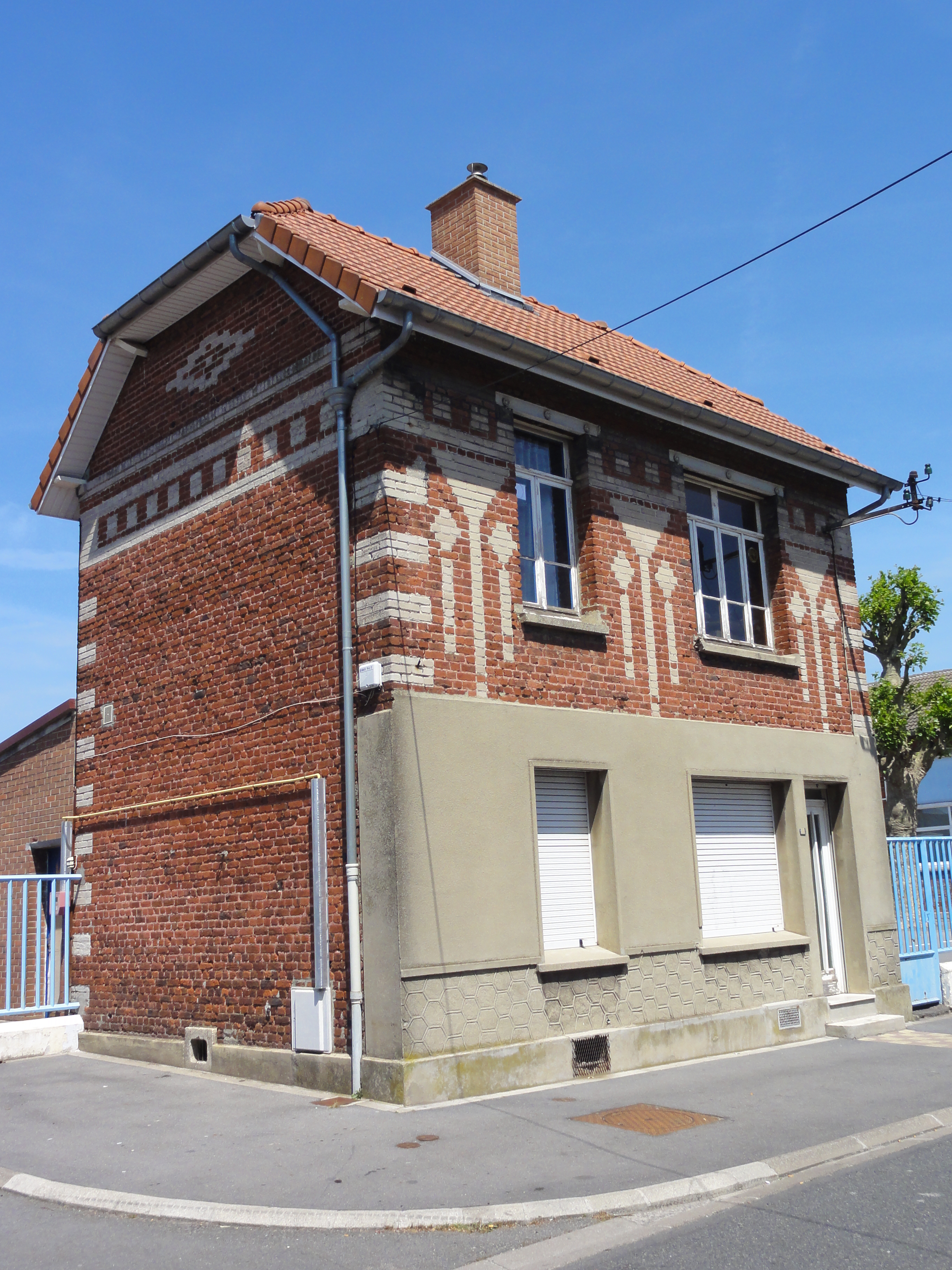
L'habitation du directeur de l'école.
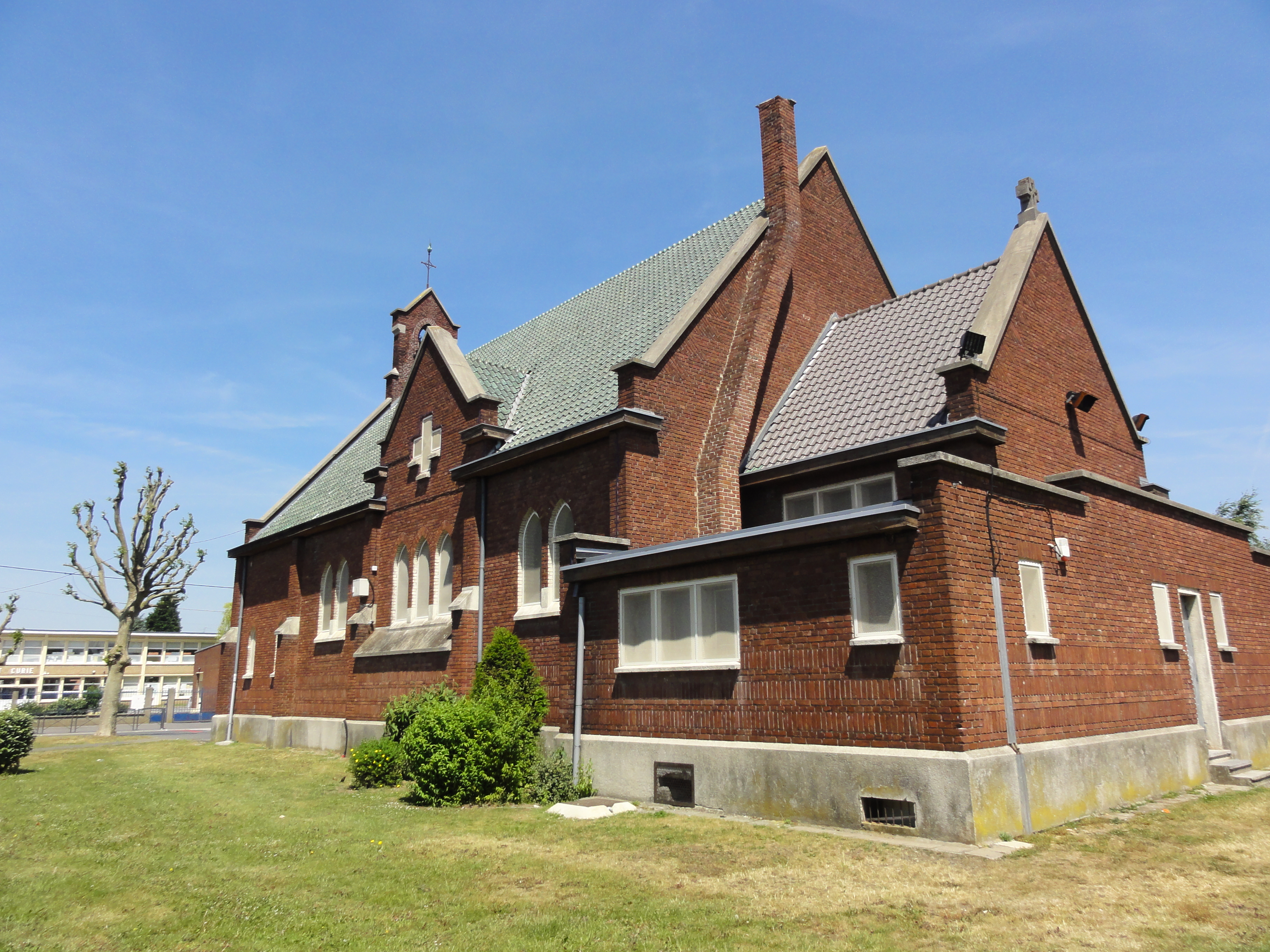
L'église du Sacré-Cœur.
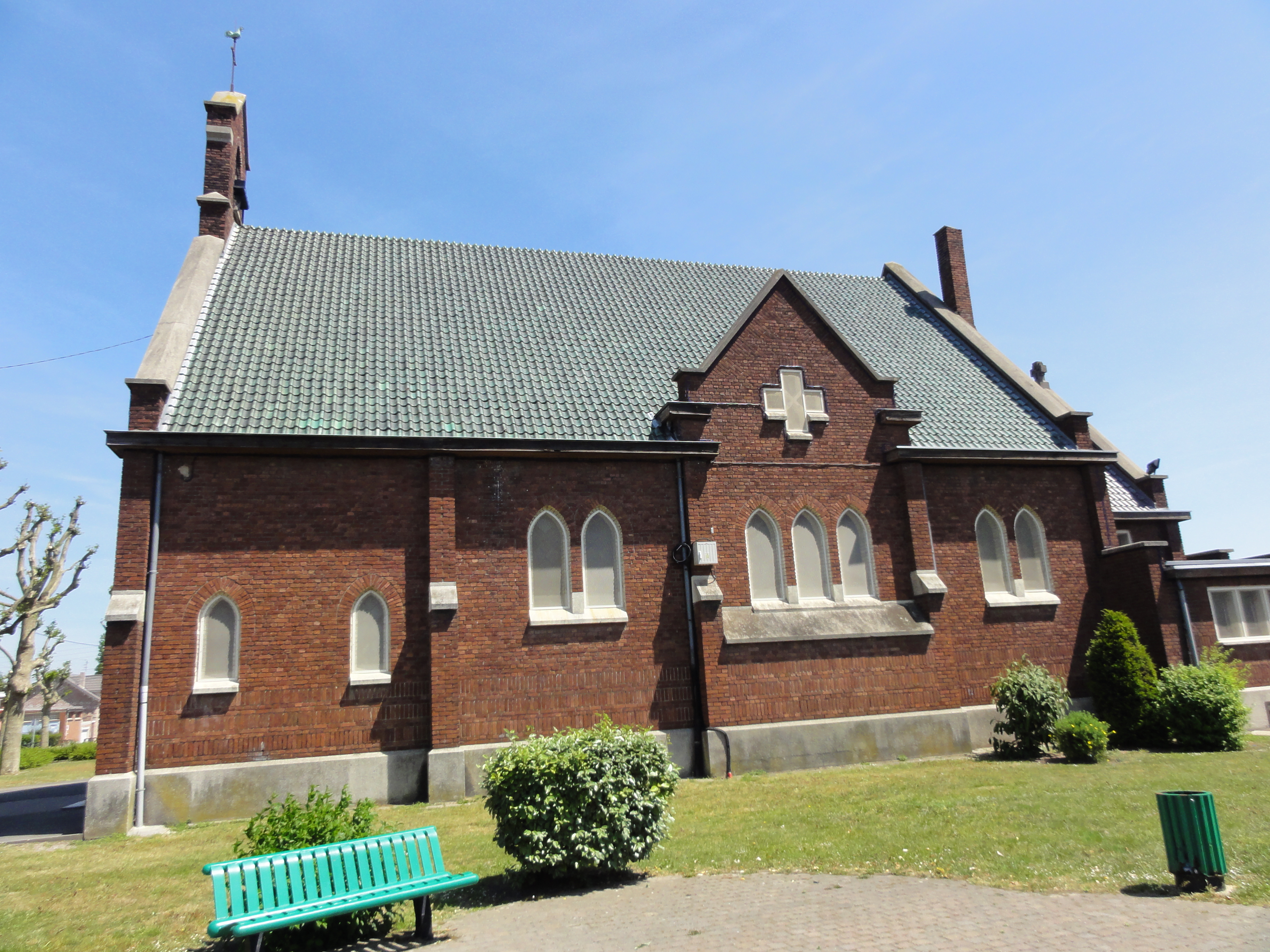
L'église du Sacré-Cœur.

### Siteno54
Le site no 54 est constitué de la cité pavillonnaire du Moulin et du centre de soins de la Société de Secours Minière. Ces éléments ont été construits à Fouquières-lès-Lens pour la fosse nos 7 - 19 des mines de Courrières.

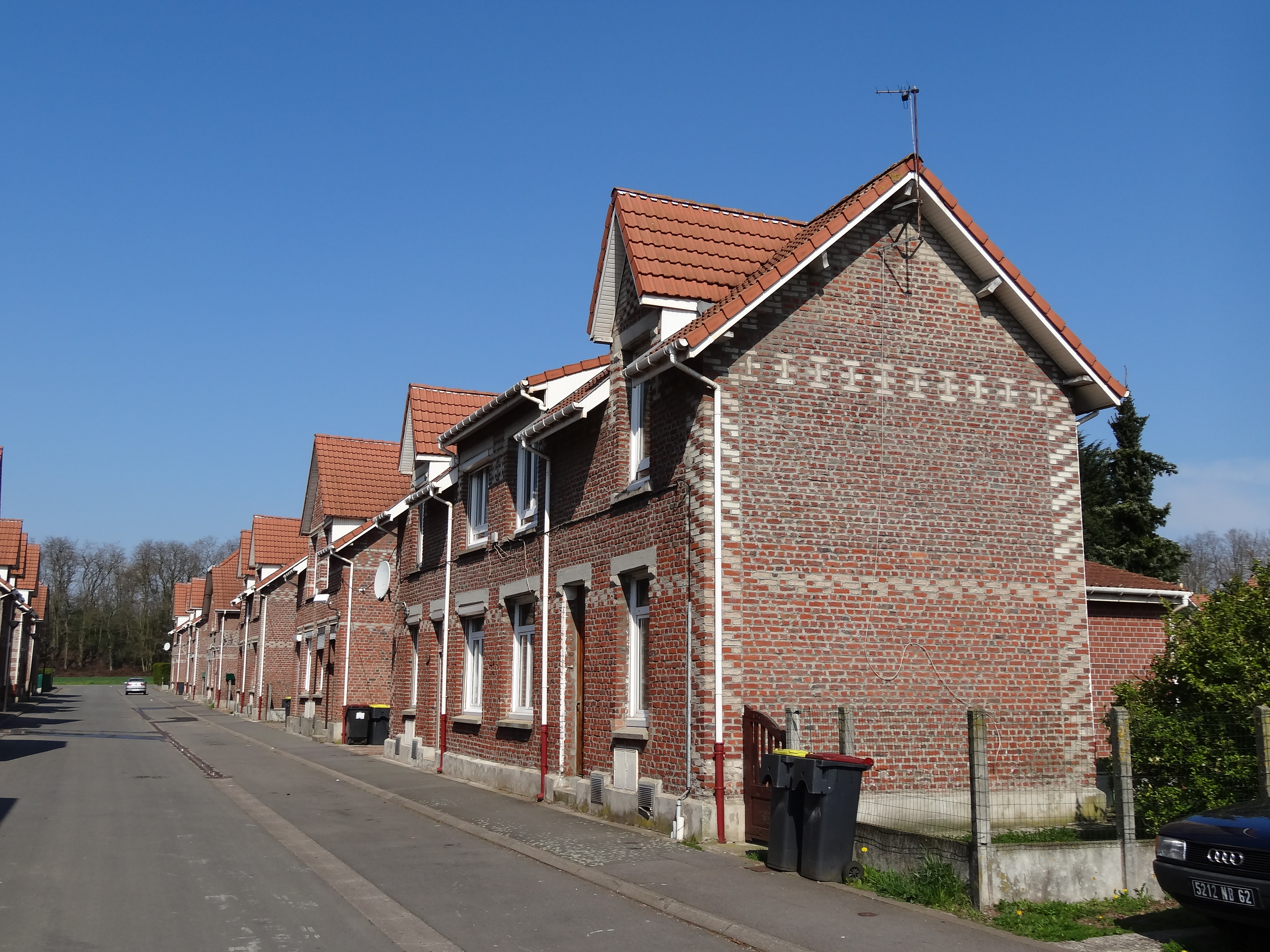
La cité du Moulin.
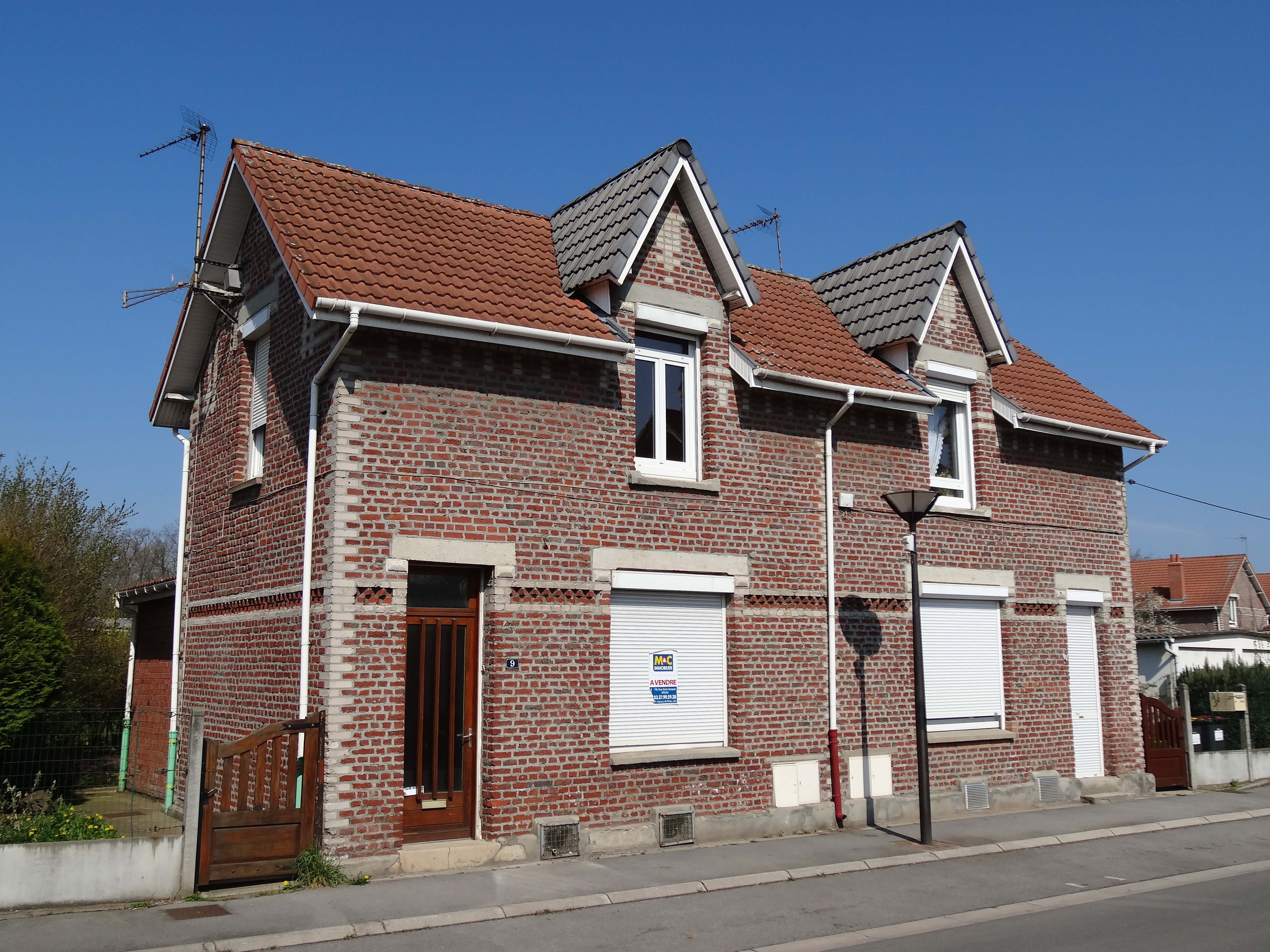
La cité du Moulin.
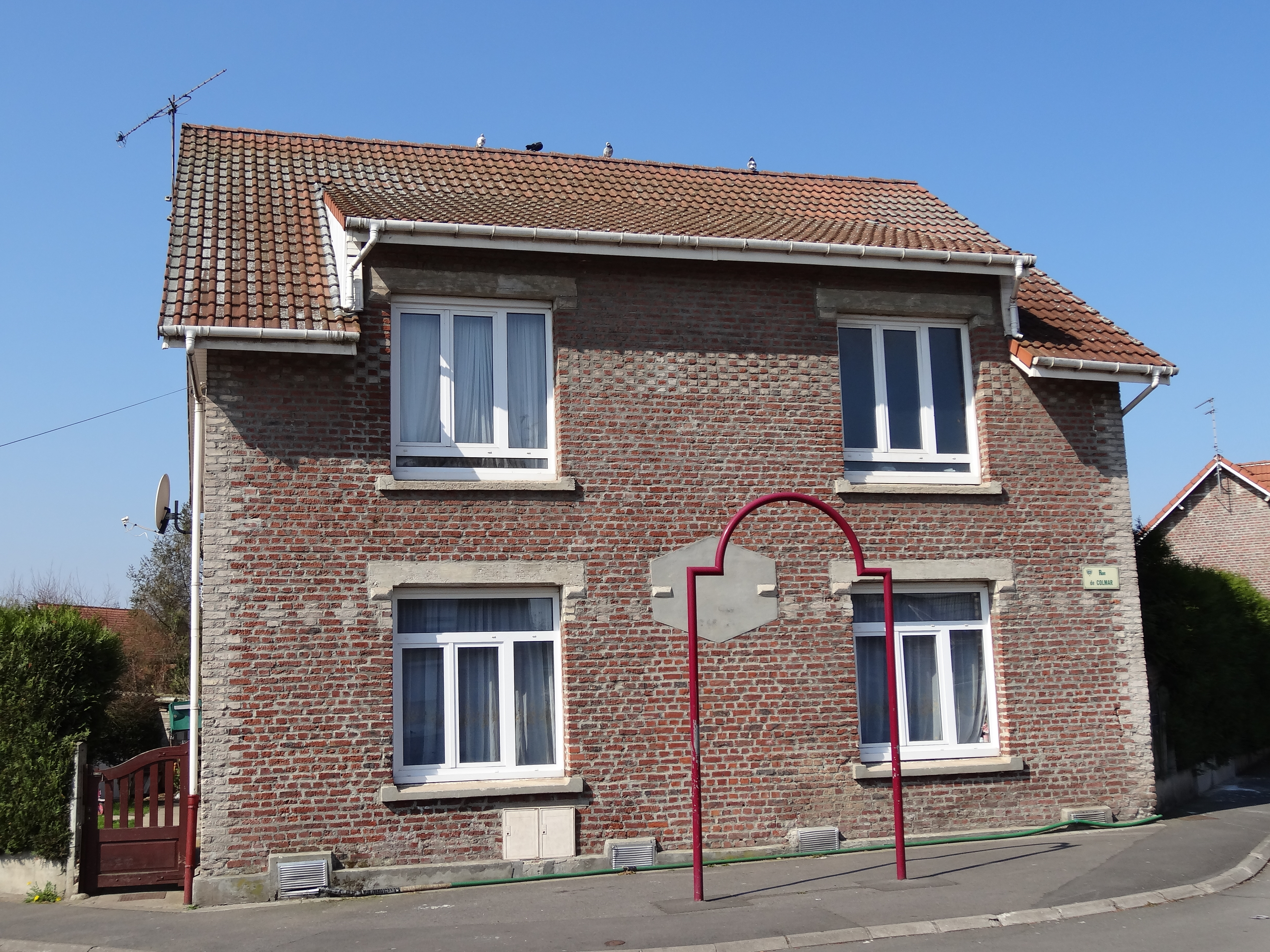
La cité du Moulin.
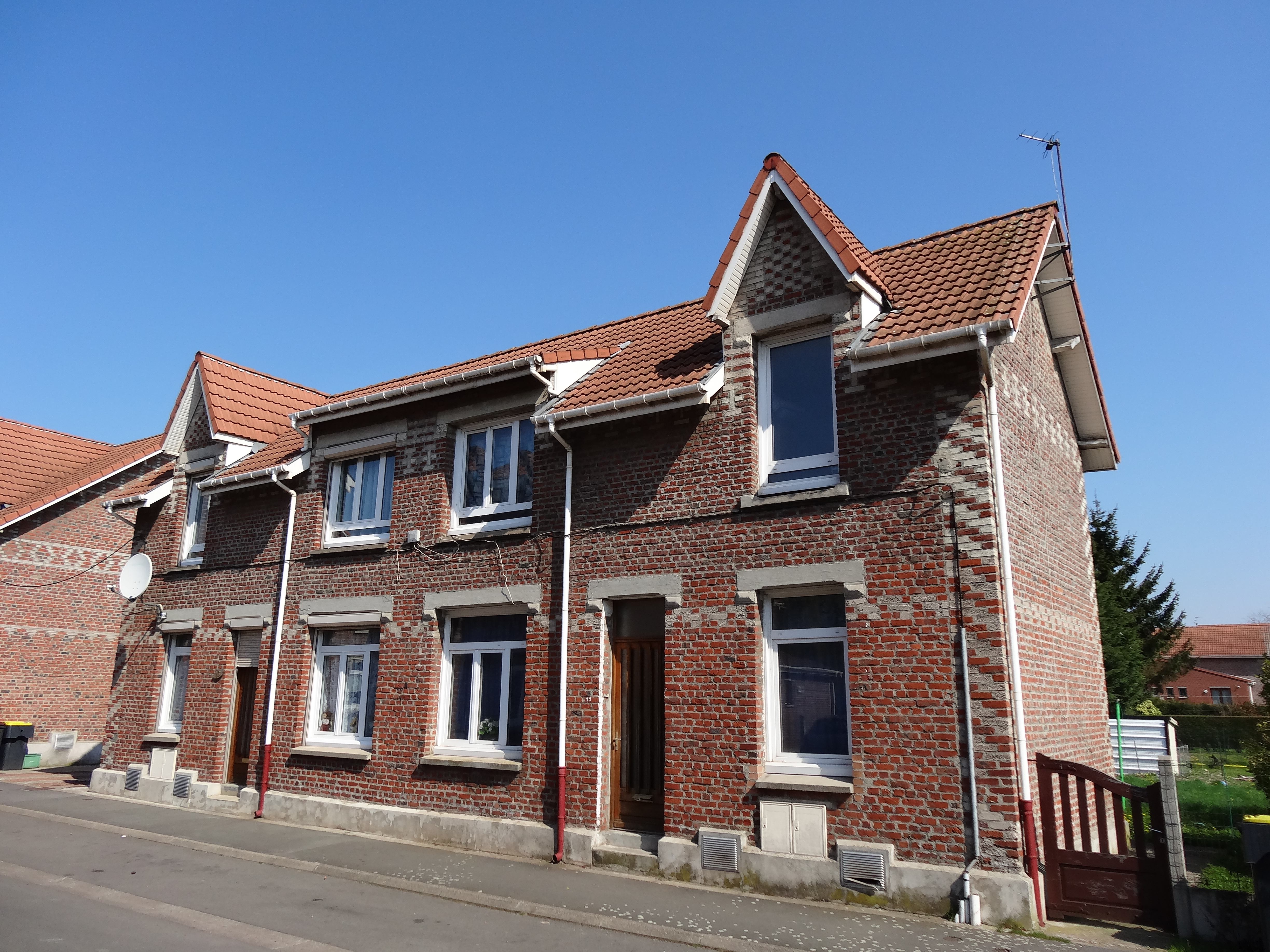
La cité du Moulin.
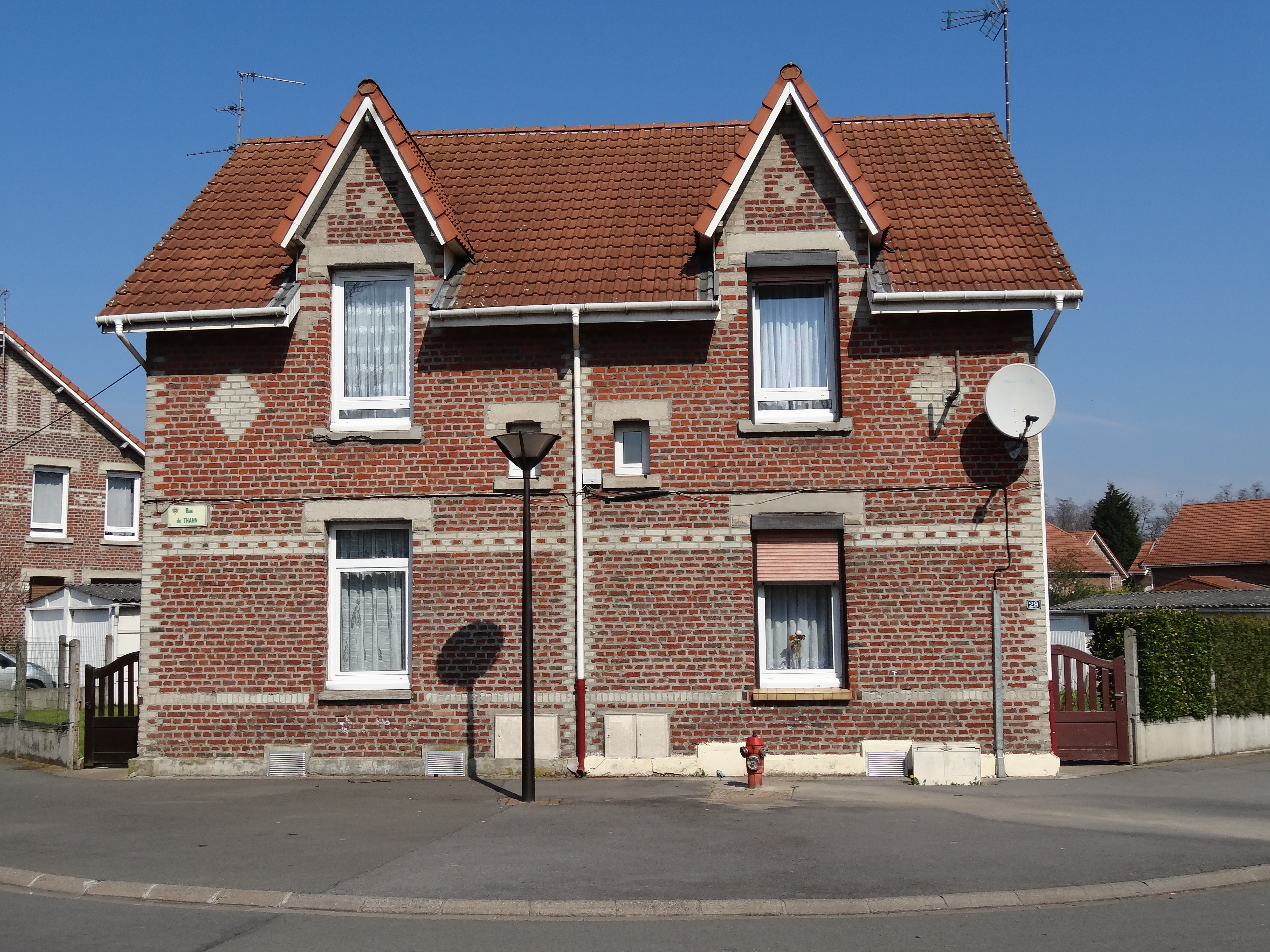
La cité du Moulin.
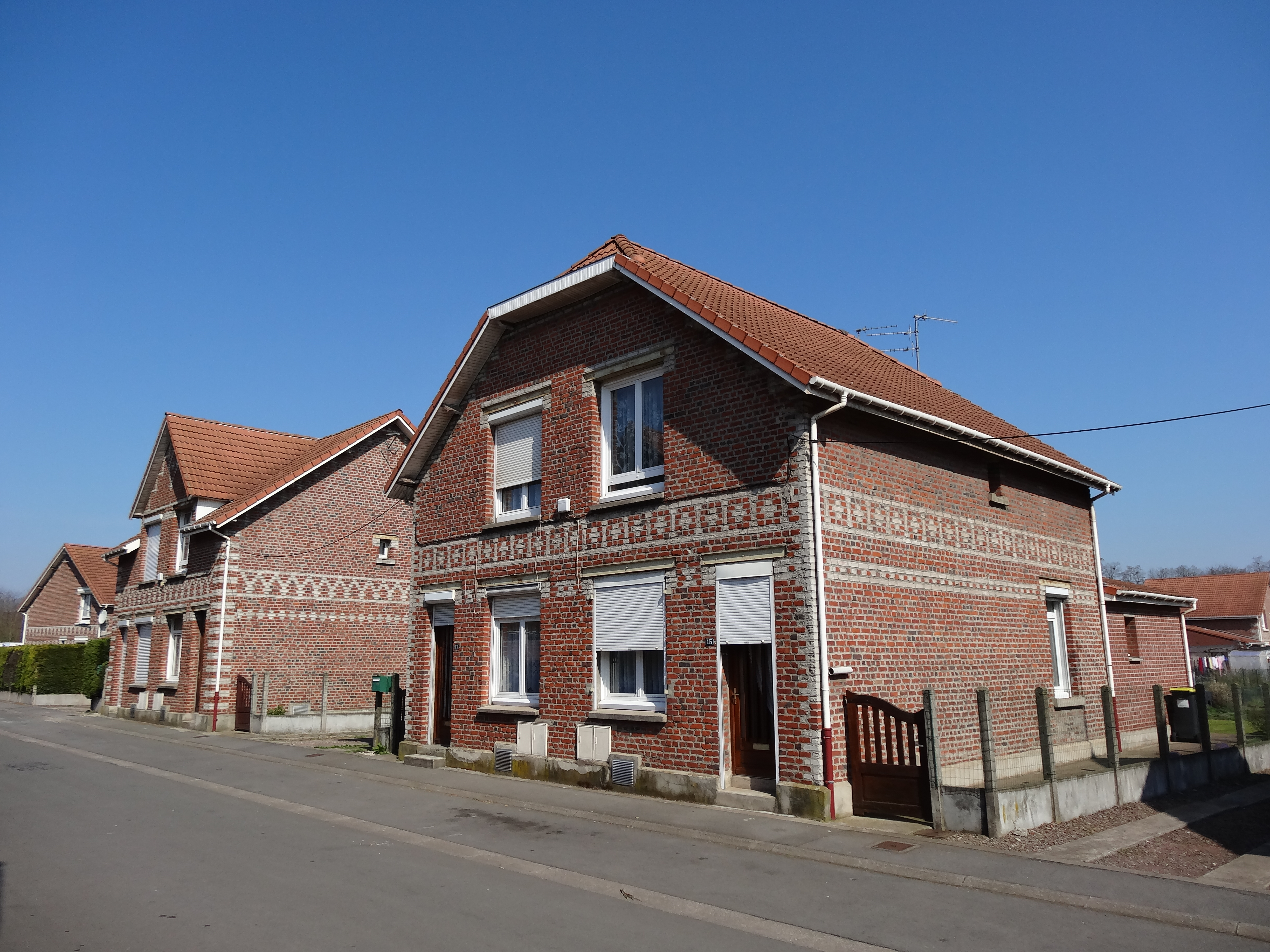
La cité du Moulin.

### Siteno55
Le site no 55 est établi au cœur de la concession de la Compagnie des mines de Courrières. Il comprend :
- Le silo et le chemin des rescapés, à Billy-Montigny et Méricourt.
- Le terril no 260, Lavoir de Fouquières[T 37], à Fouquières-lez-Lens.
- Le cavalier minier, de Fouquières-lez-Lens à Billy-Montigny.
- La cité pavillonnaire de Courtaine et la cité moderne de l'Hôpital, à Fouquières-lez-Lens et Noyelles-sous-Lens.
- La cité pavillonnaire d'Anchin, à Noyelles-sous-Lens et Sallaumines, et les maisons d'ingénieur de cette cité, à Sallaumines.

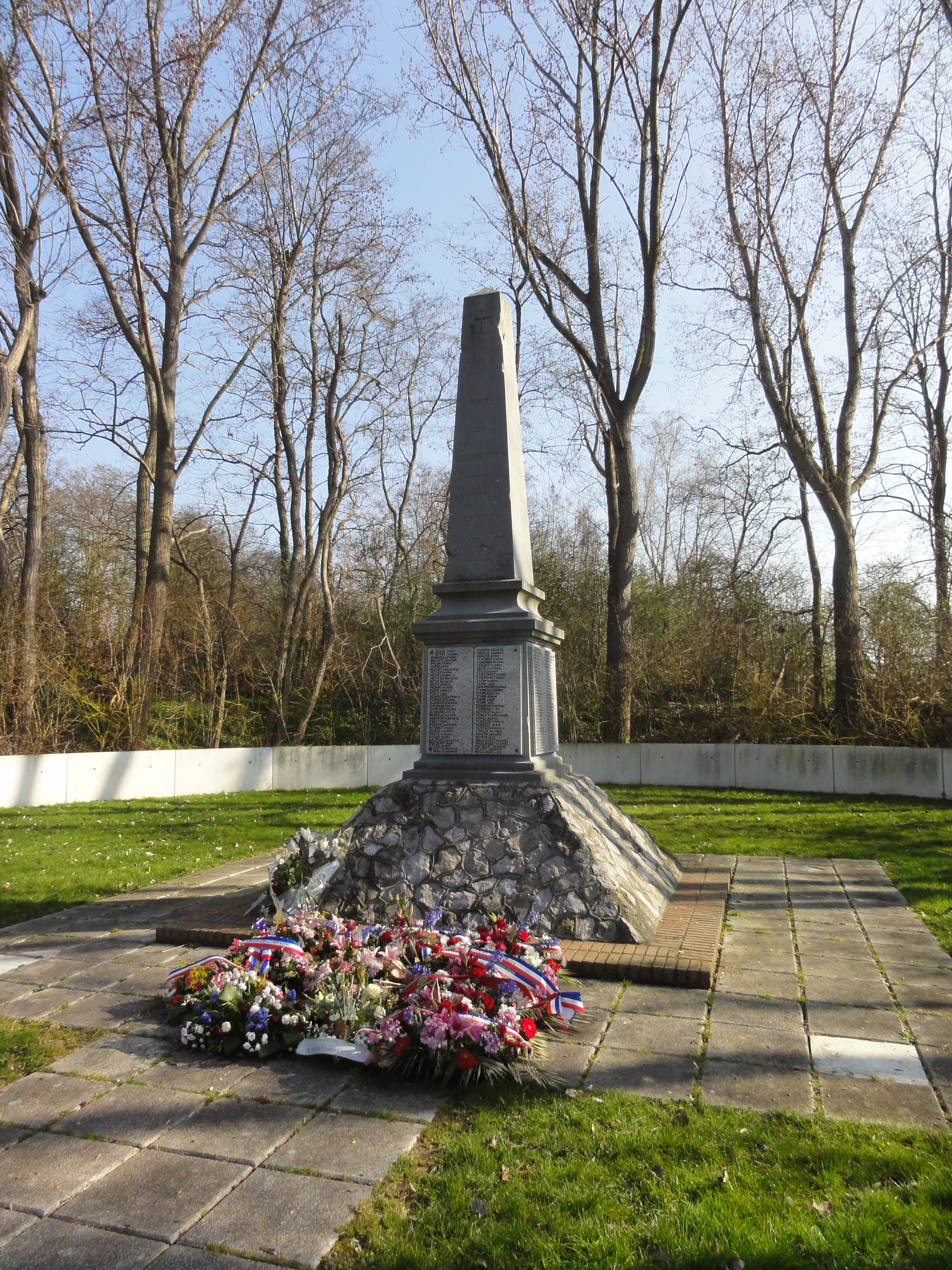
Le silo.
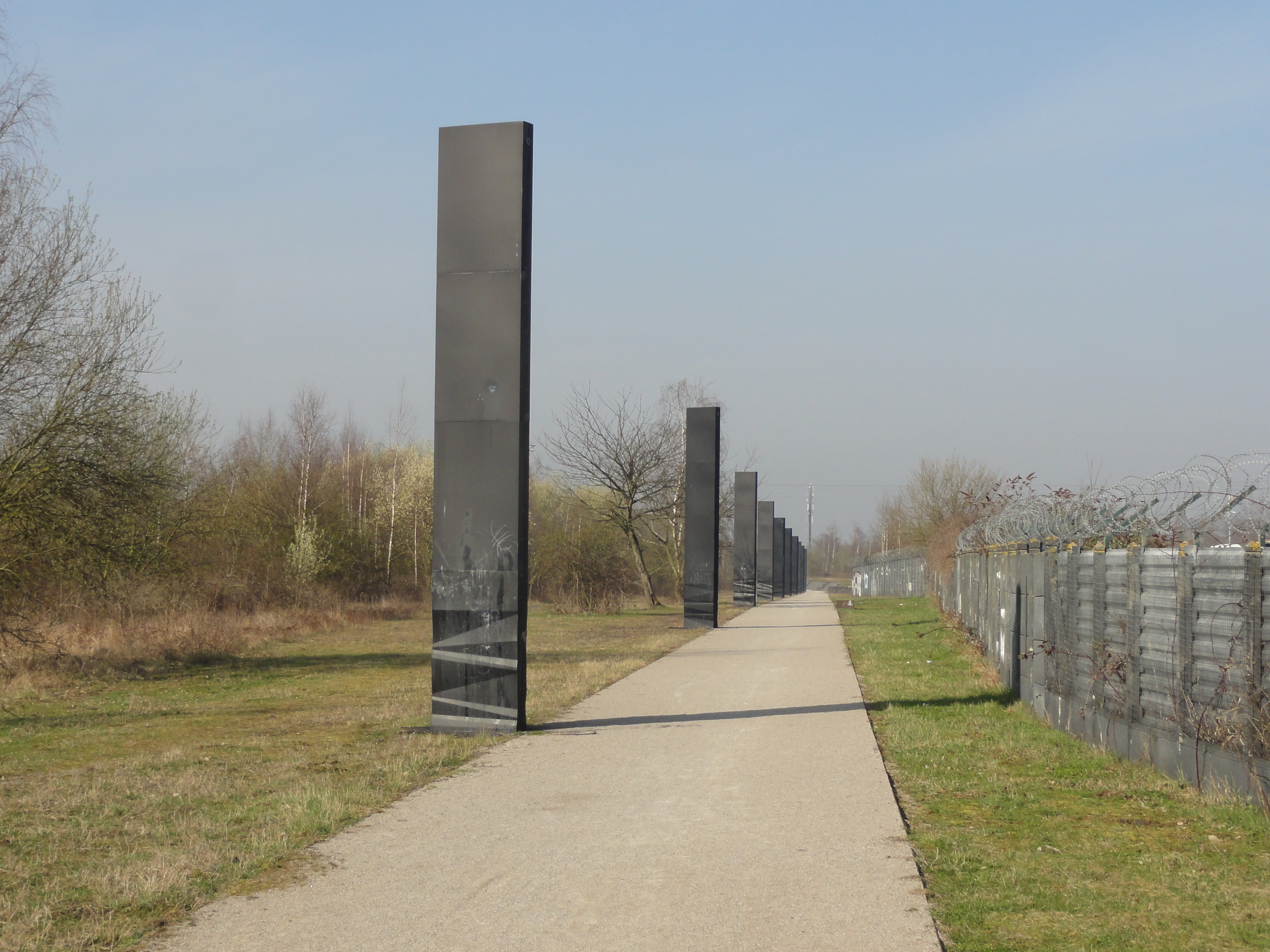
Le chemin des rescapés.
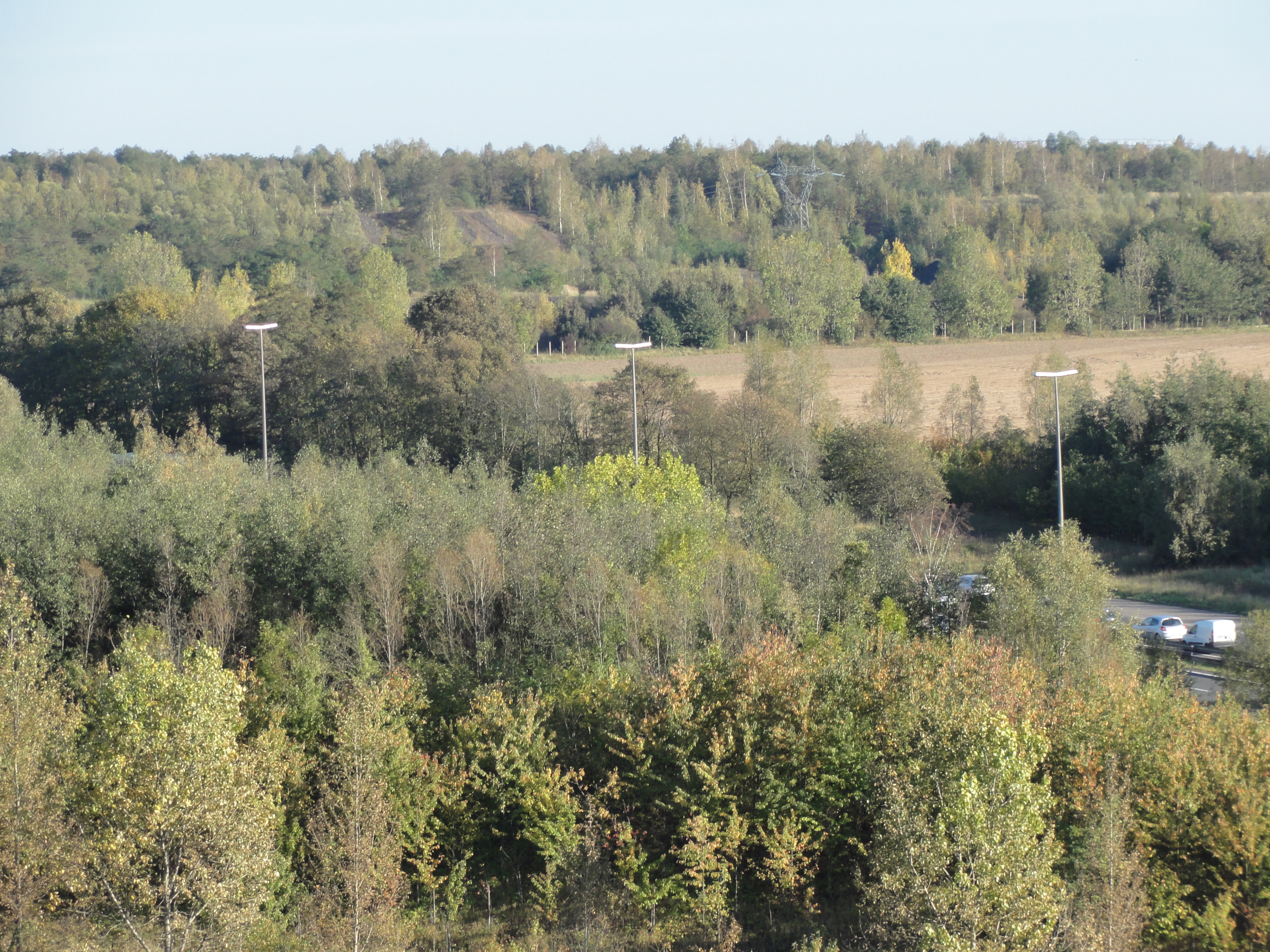
Le terril no 260.
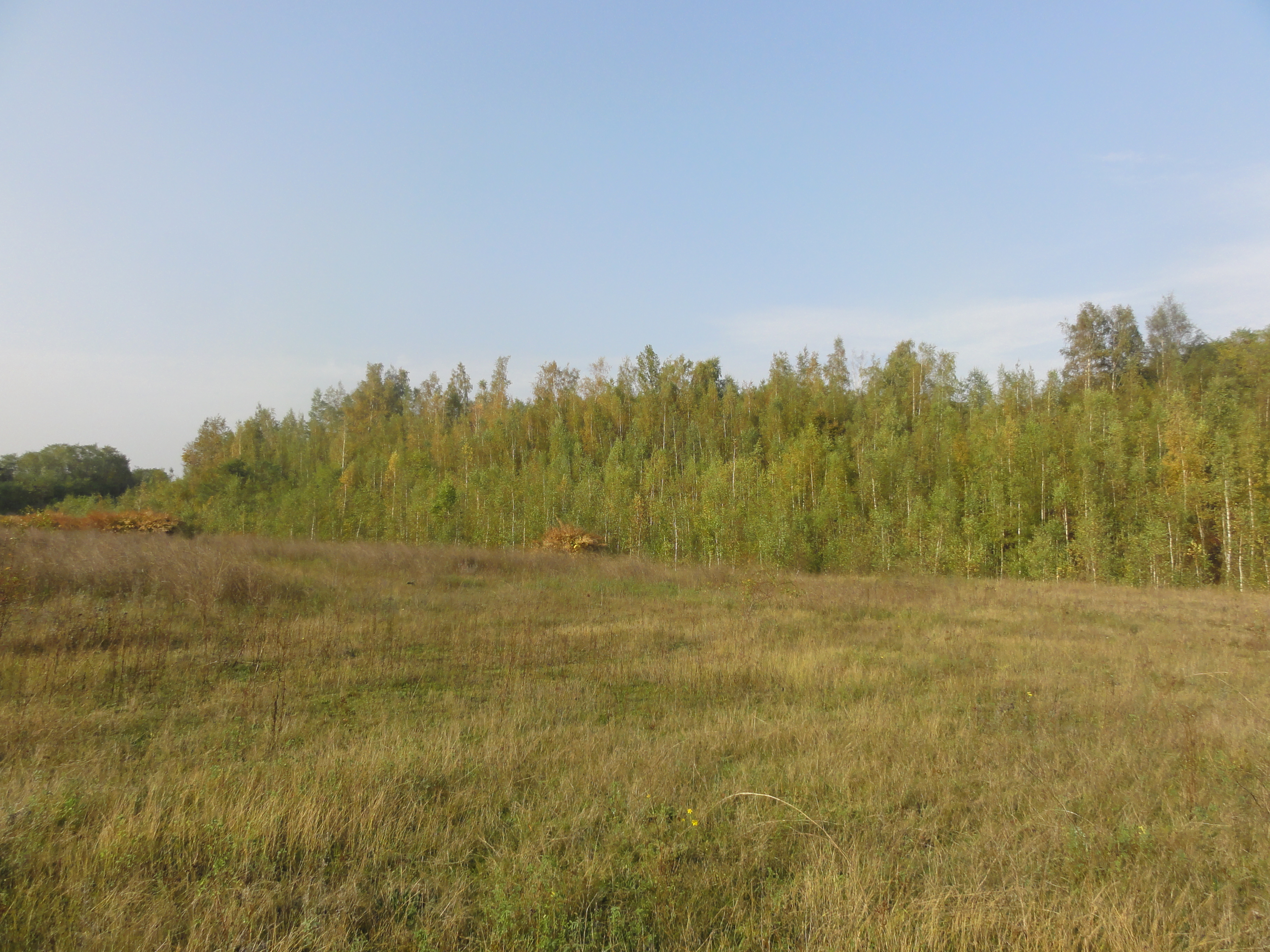
Le terril no 260.
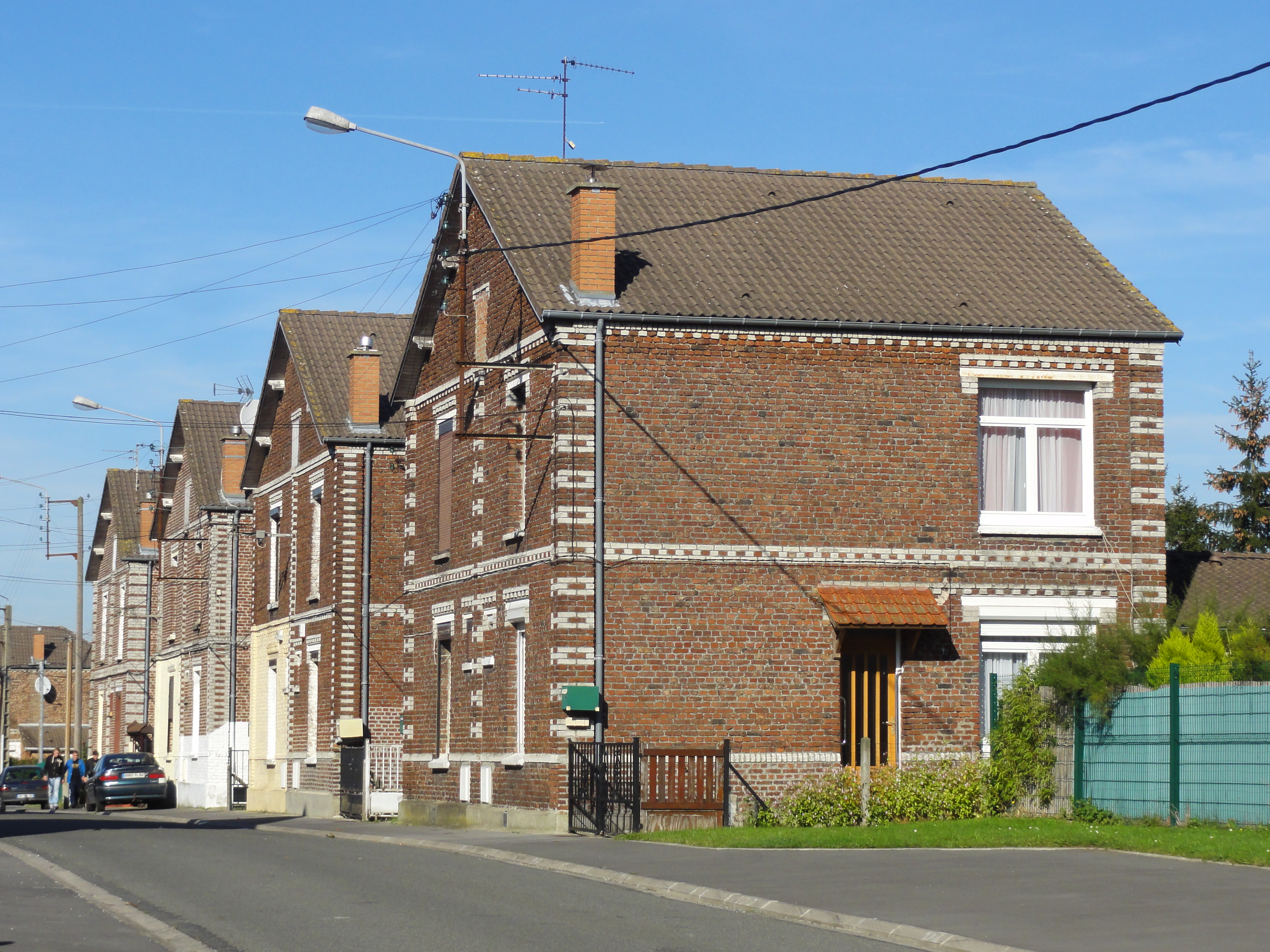
Les cités.
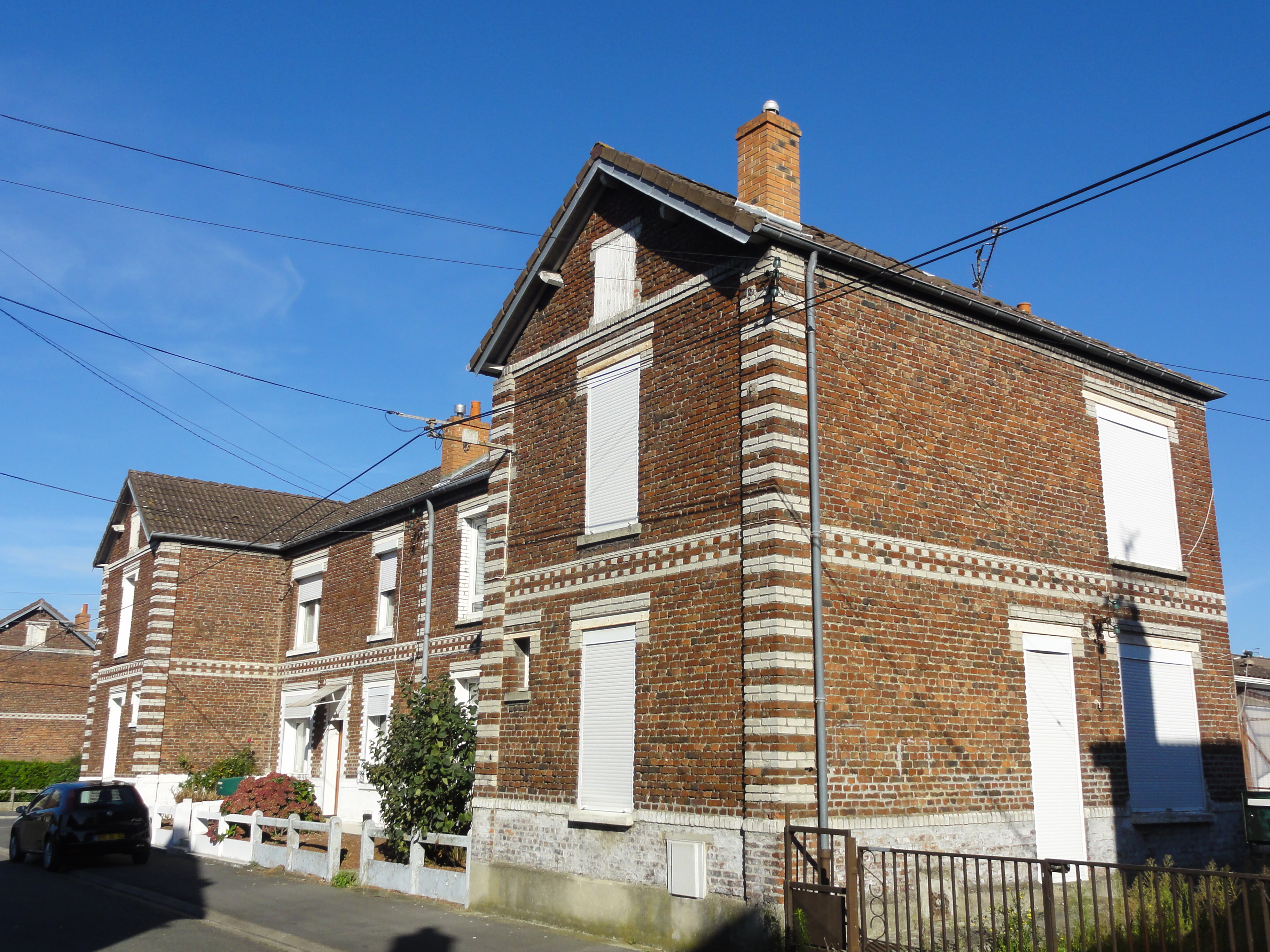
Les cités.

### Siteno56
Le site no 56 est constitué de la cité pavillonnaire Deblock et de maisons d'ingénieurs dans cette même cité, construites pour la fosse nos 5 - 12 des mines de Courrières à Sallaumines.

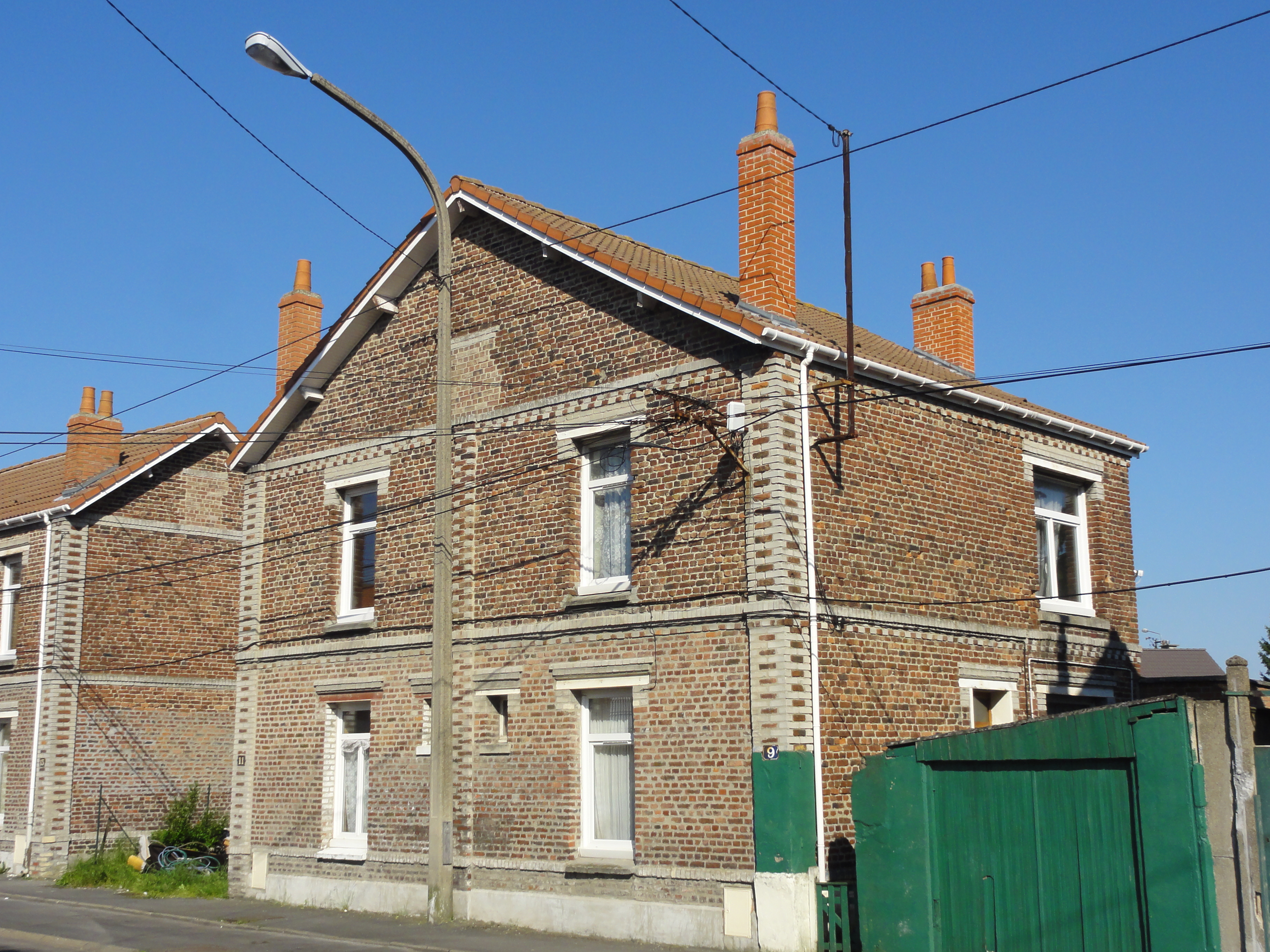
Des habitations groupées par deux.
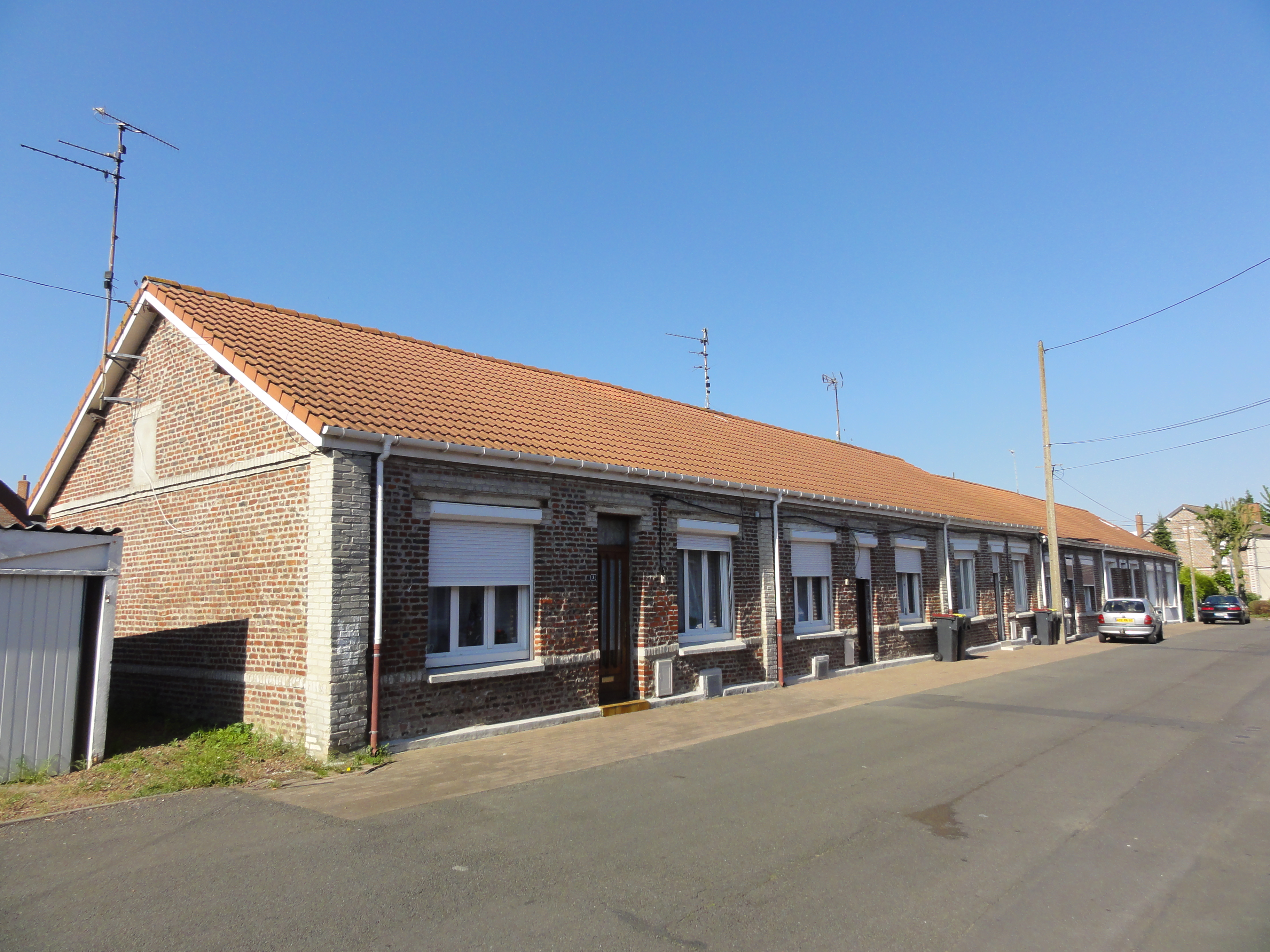
Un coron d'habitations de plain-pied.
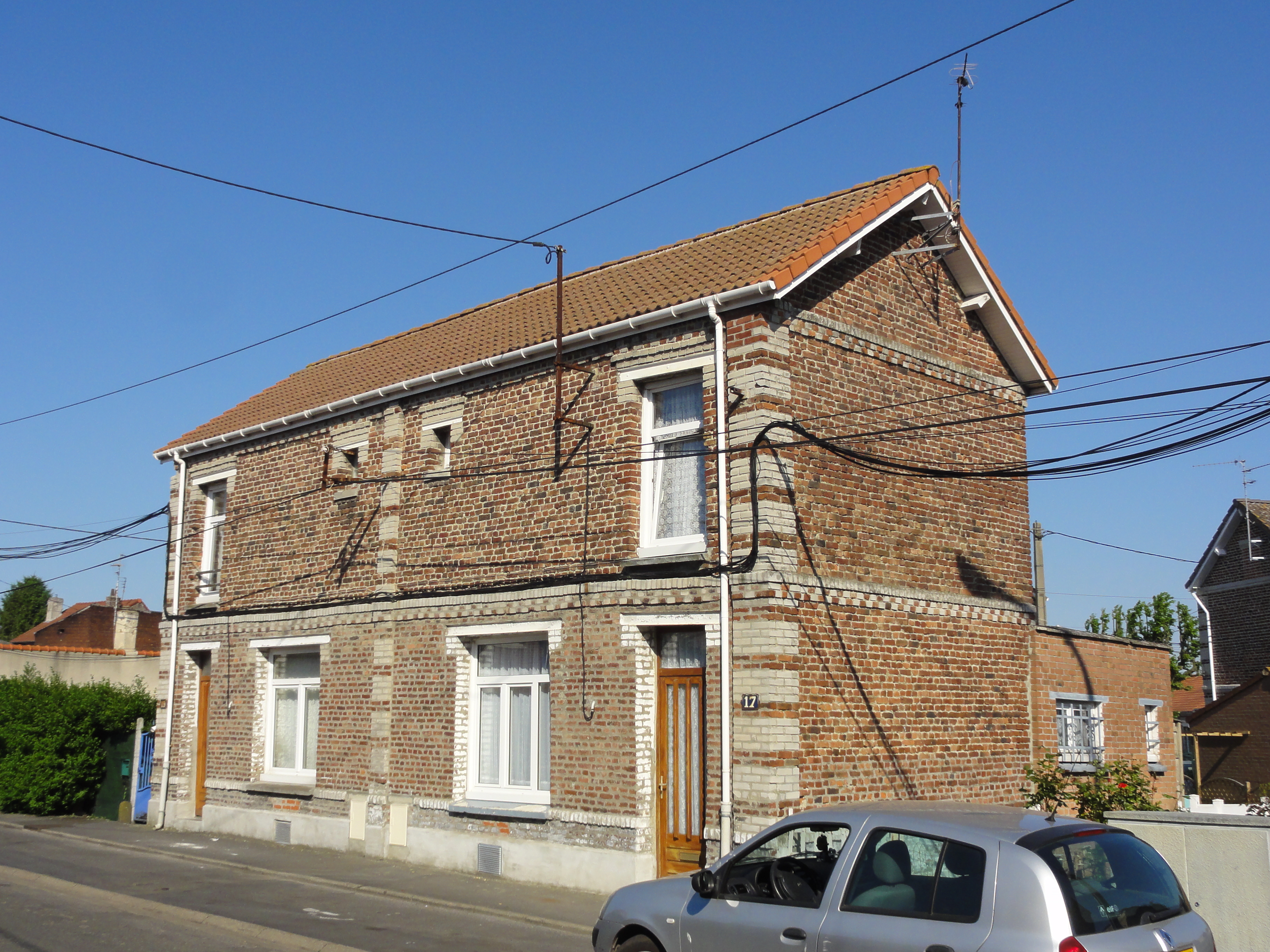
Des habitations groupées par deux.
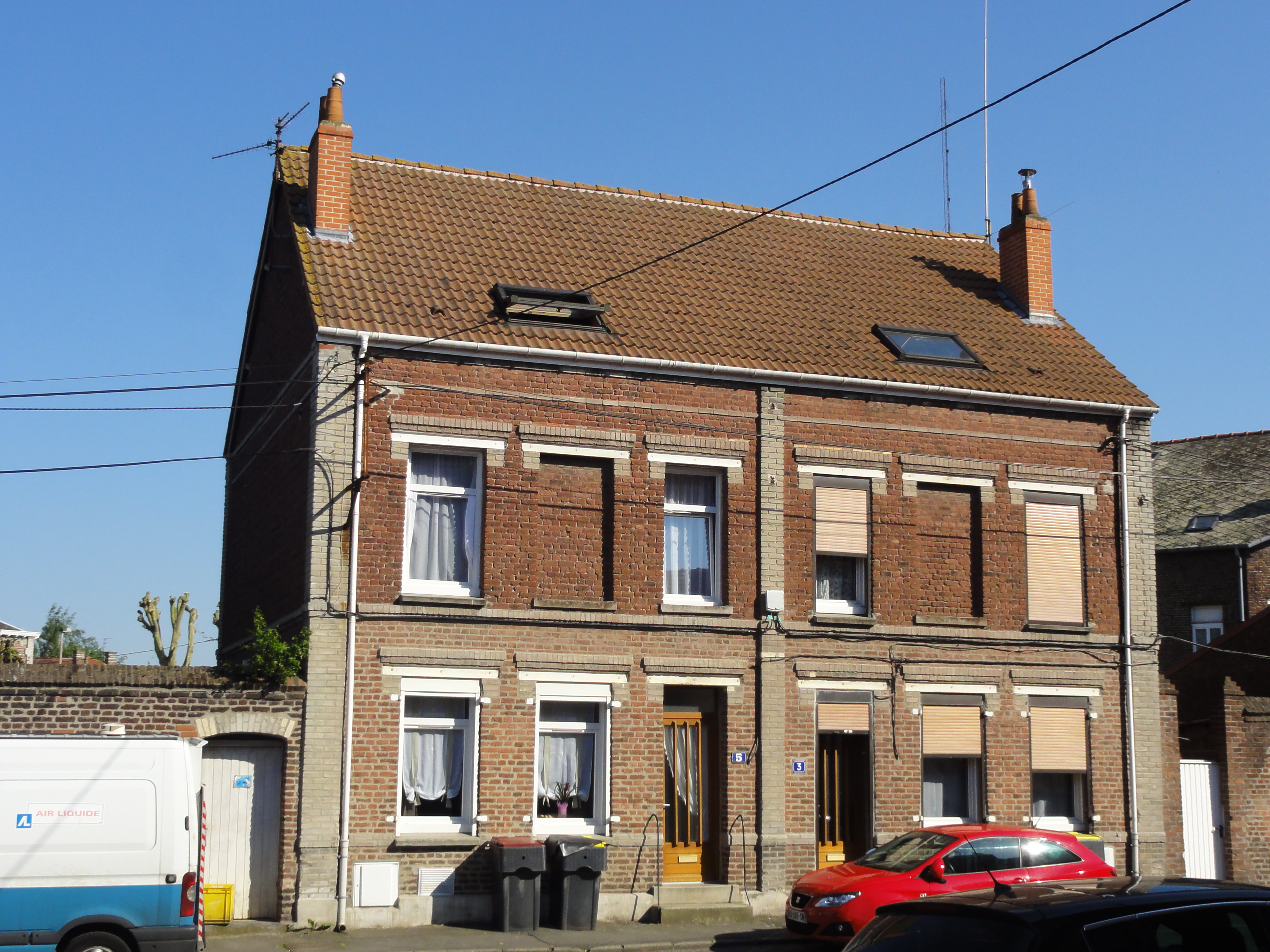
Des habitations groupées par deux.
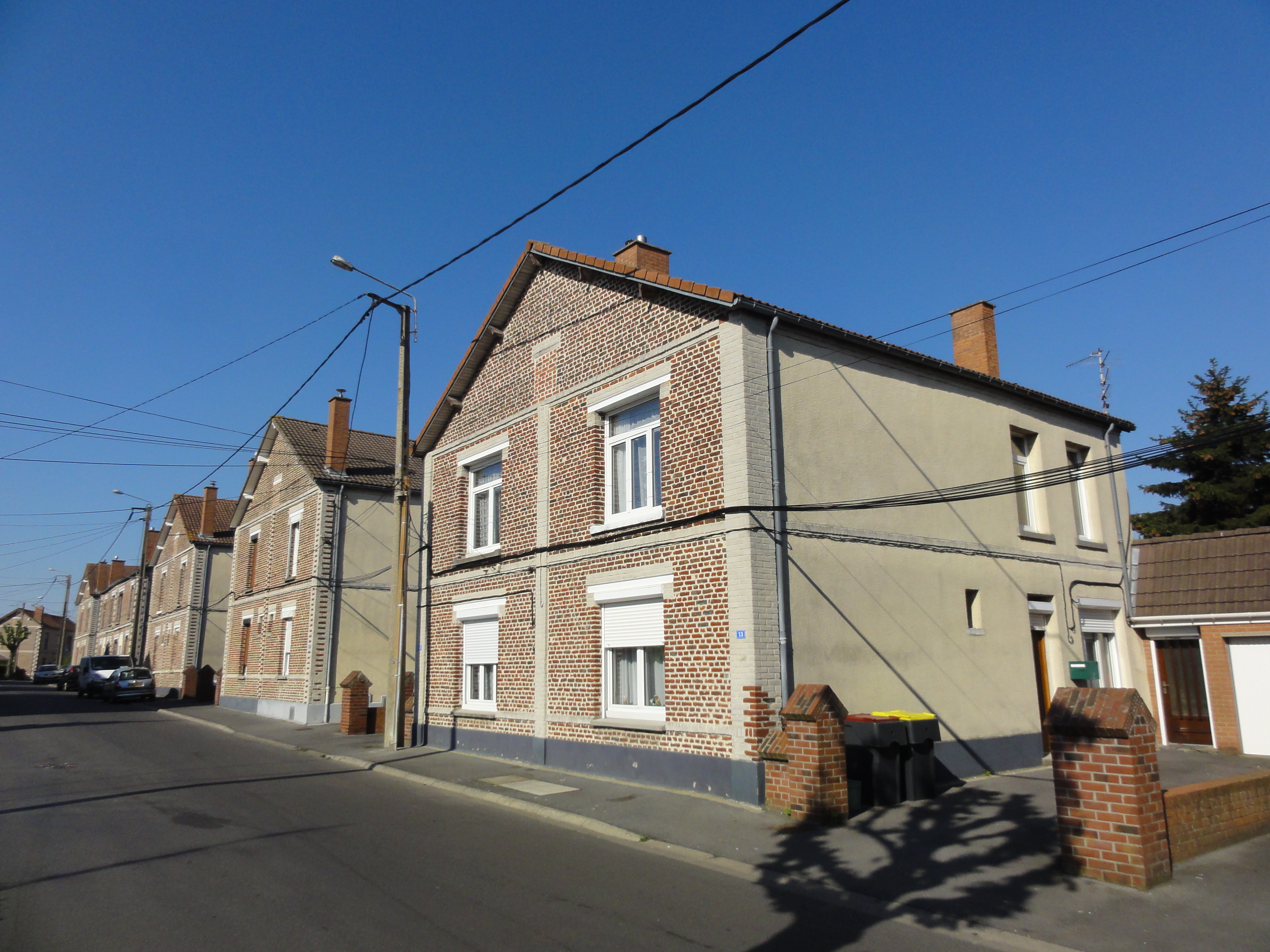
Des habitations groupées par deux.
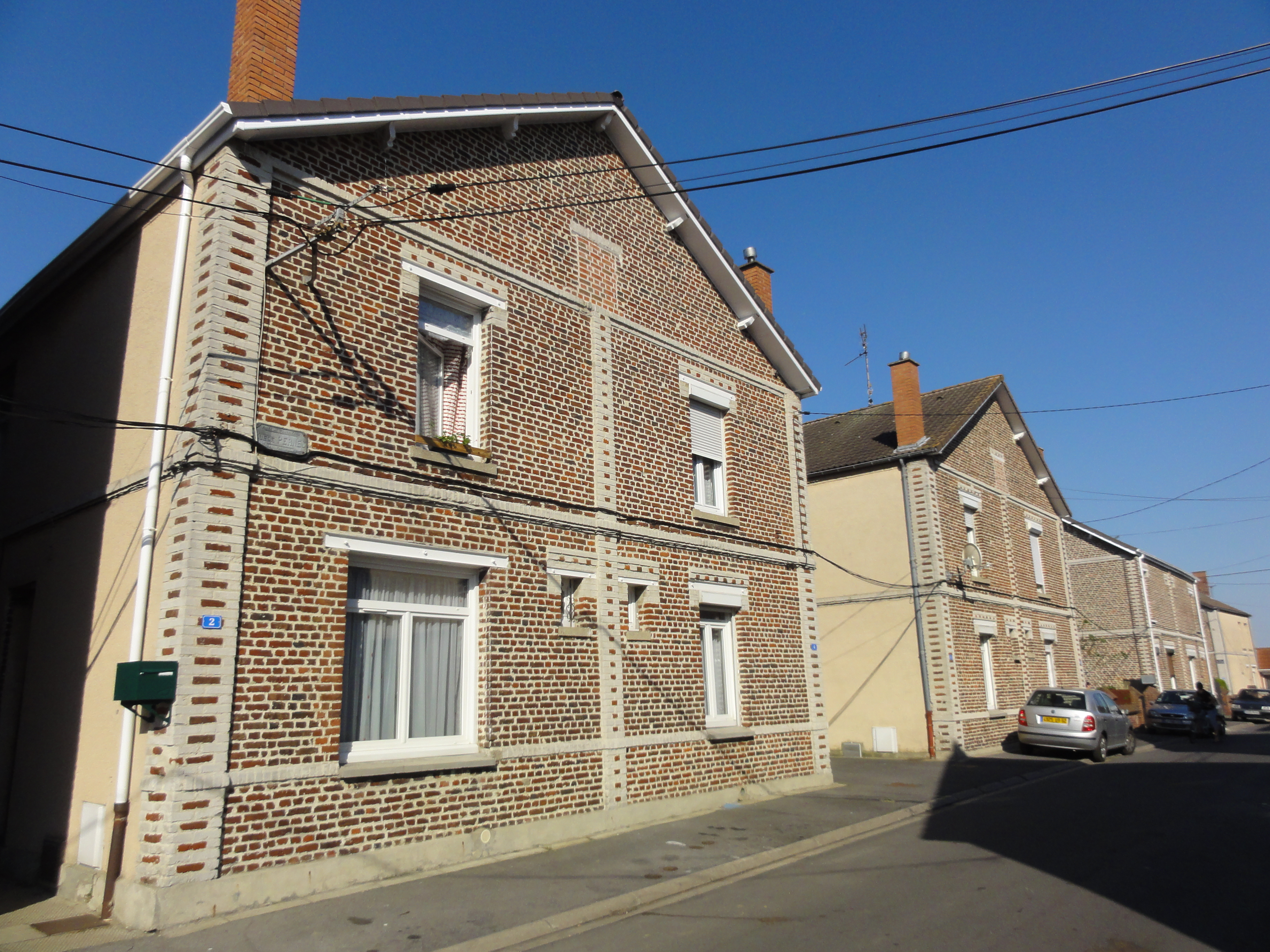
Des habitations groupées par deux.

### Siteno57
Le site no 57 est formé par le monument commémoratif à la catastrophe de Courrières.

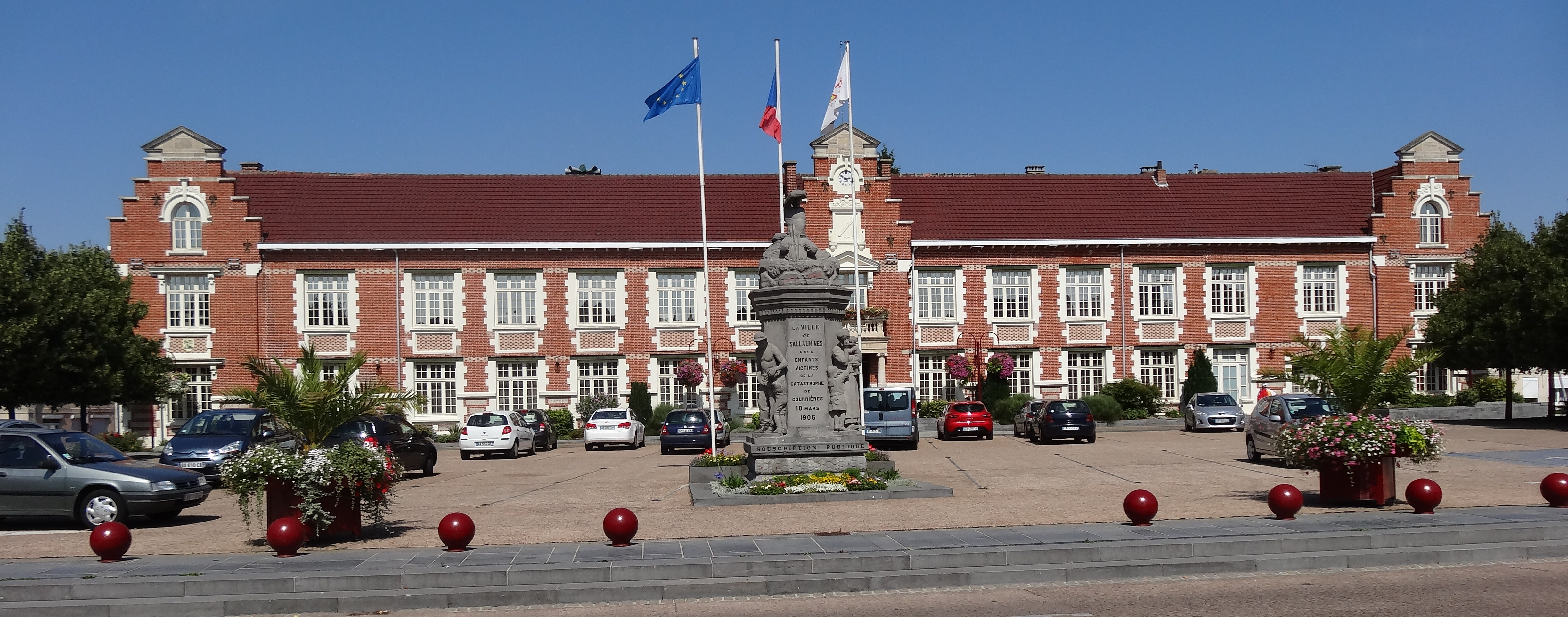
Le monument.
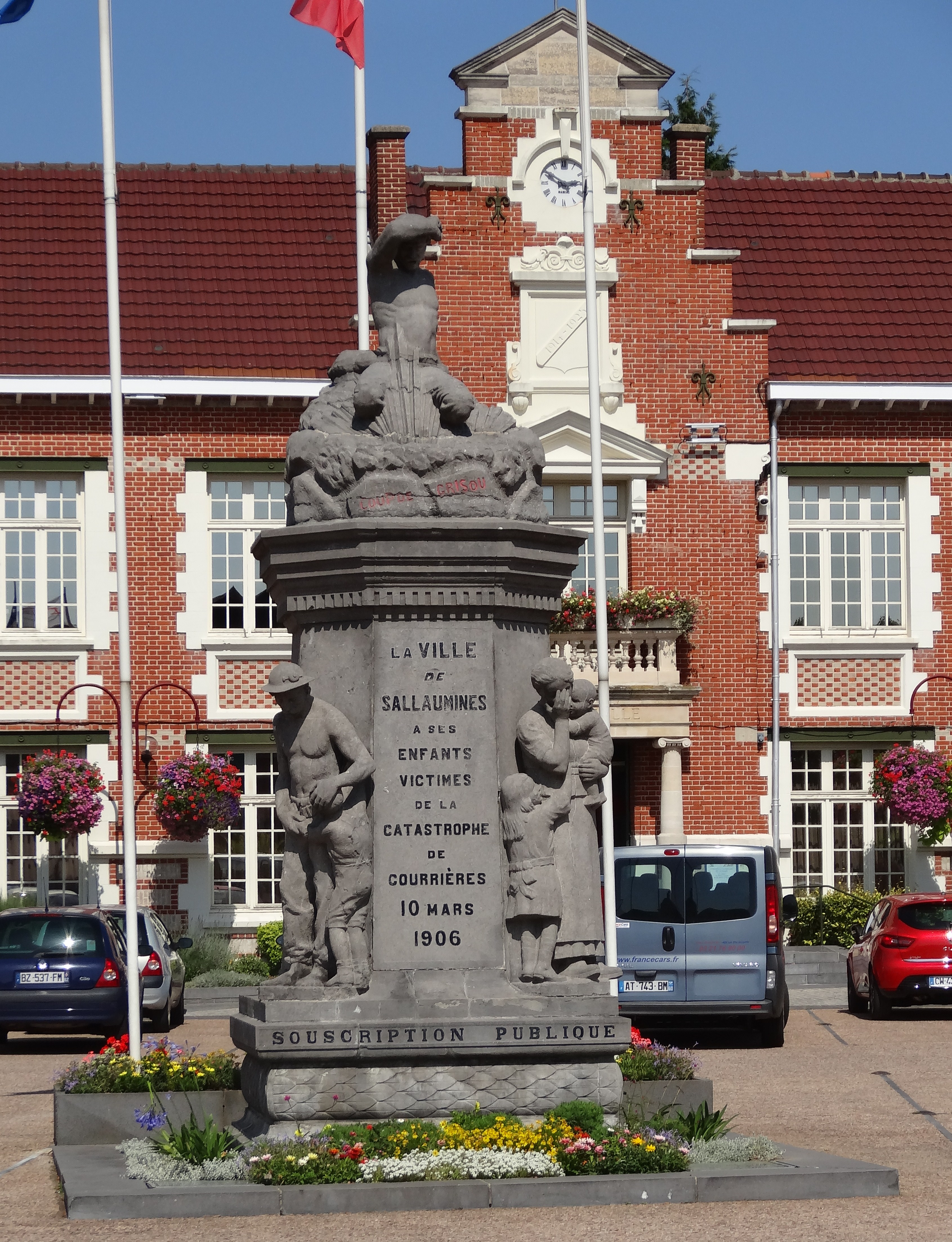
Le monument.
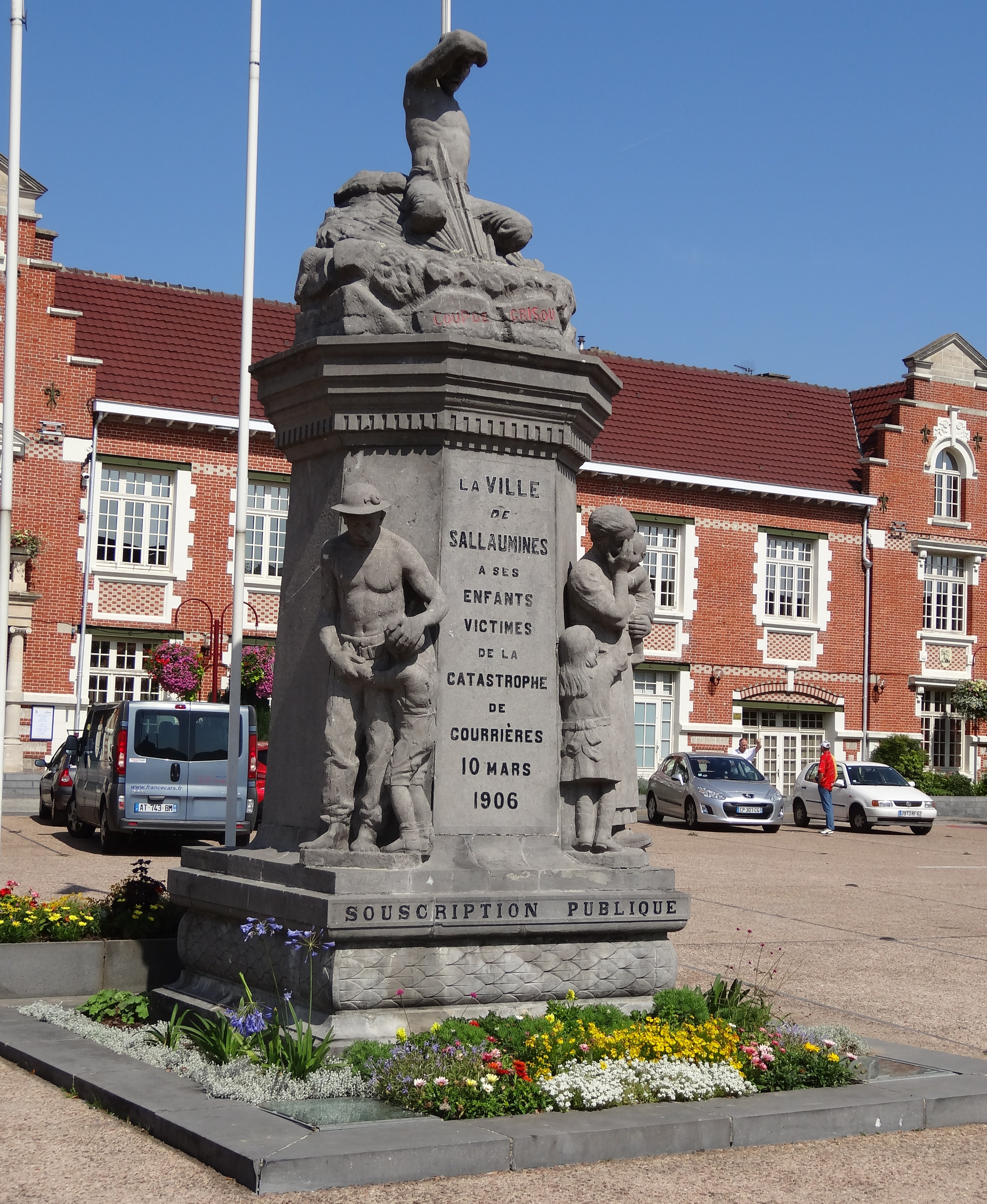
Le monument.
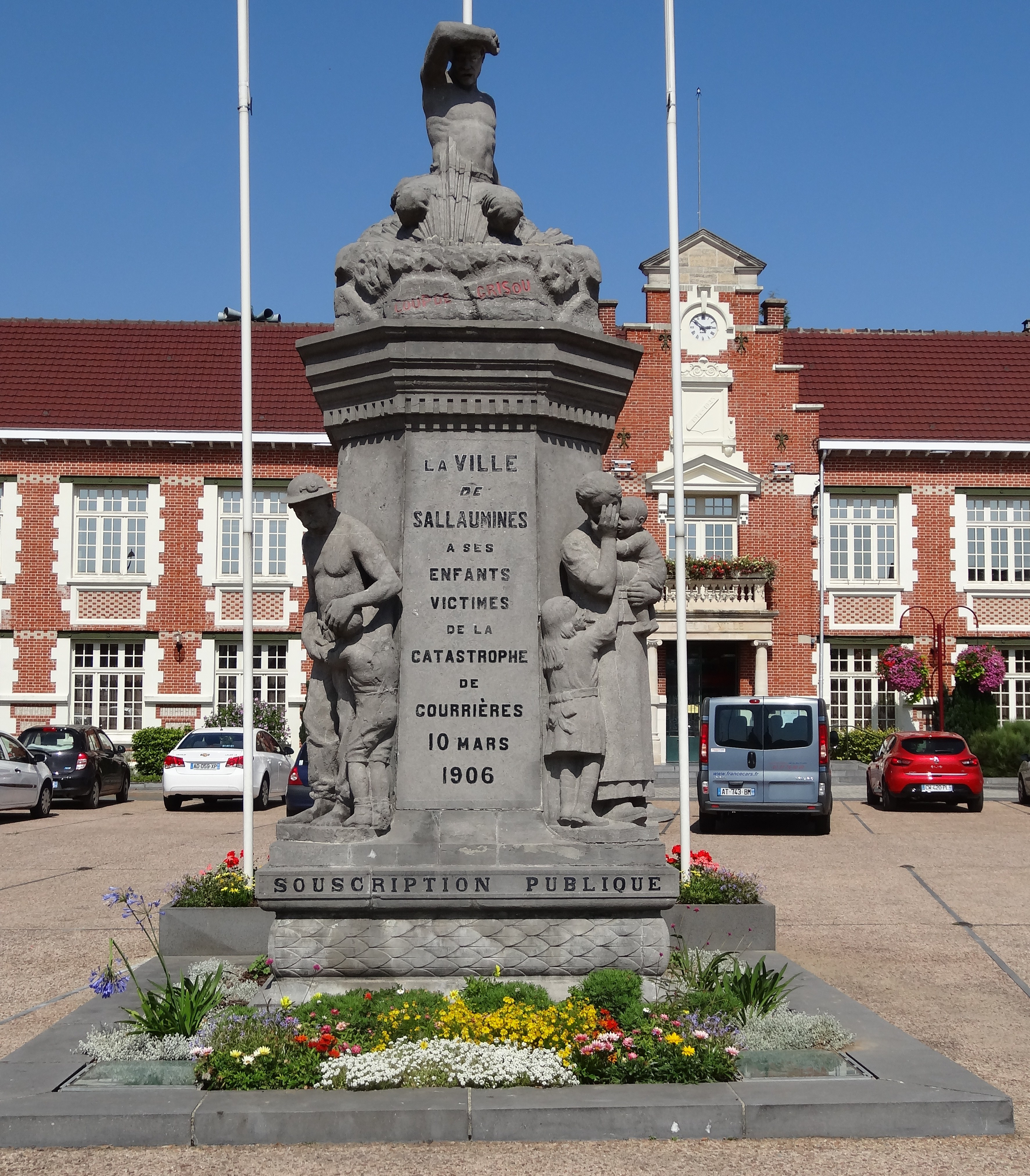
Le monument.
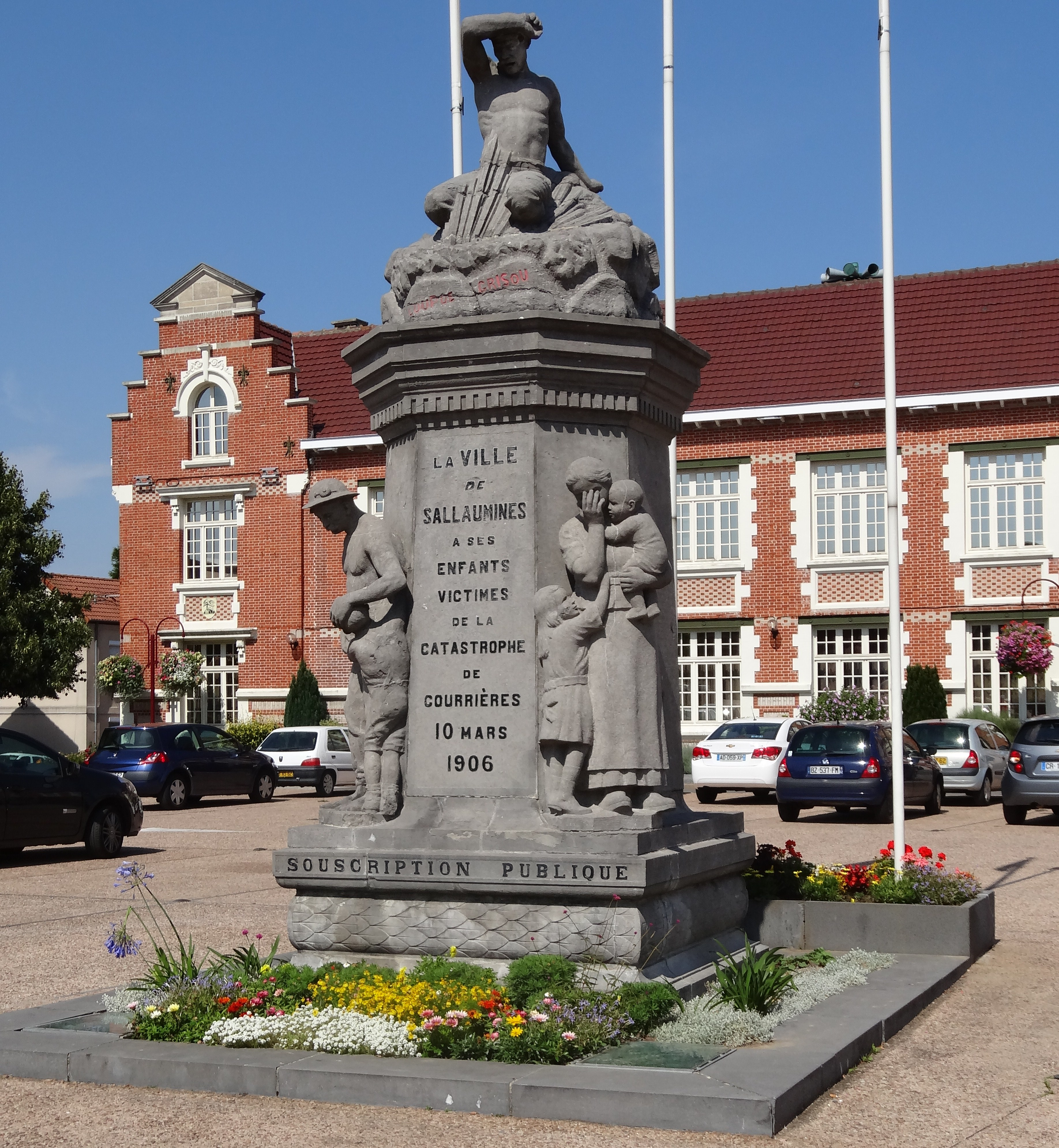
Le monument.
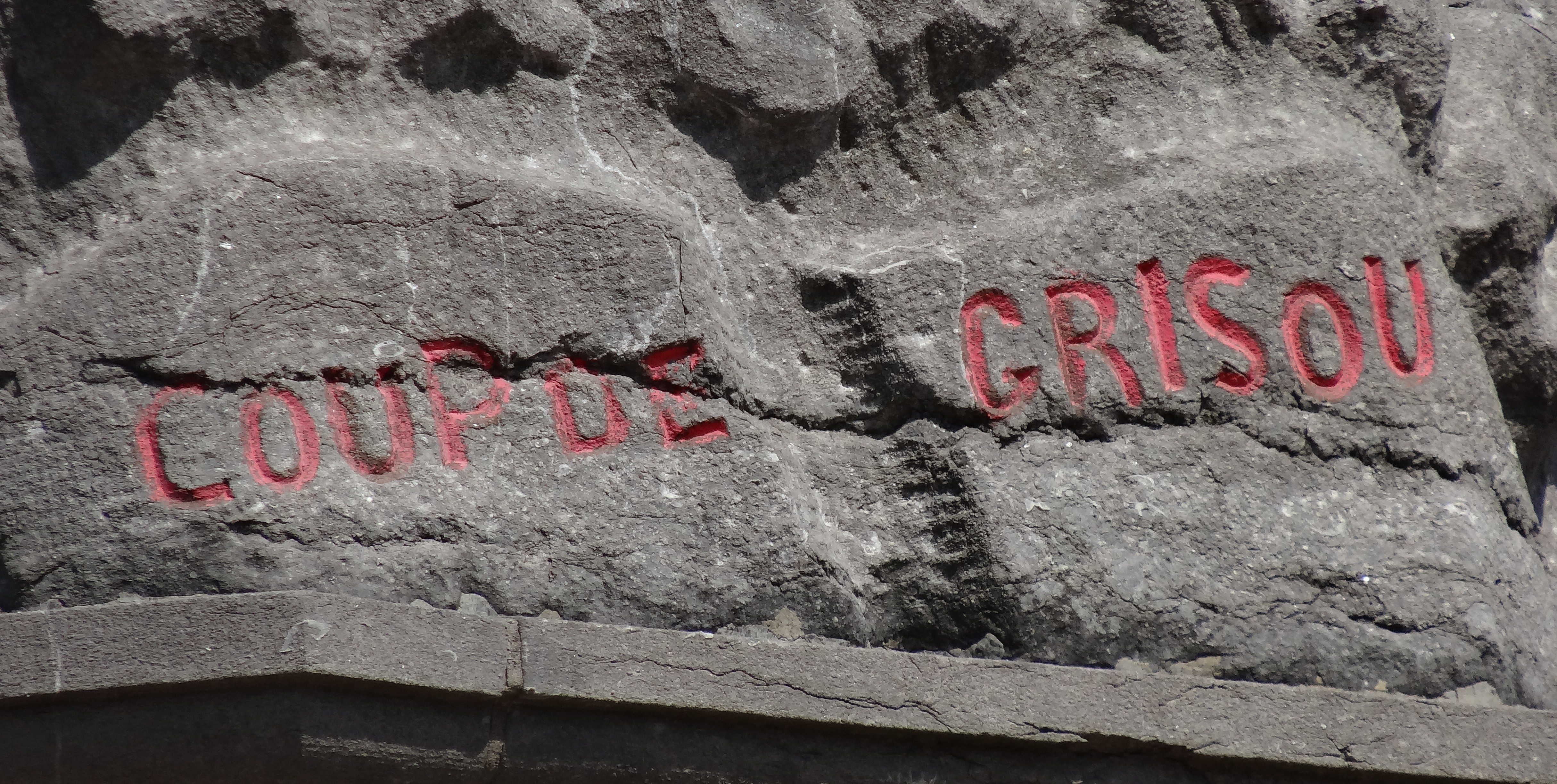
« Coup de grisou ».

### Siteno58
Le site no 58 est formé par la fosse no 5 des mines de Meurchin puis de Lens à Billy-Berclau.

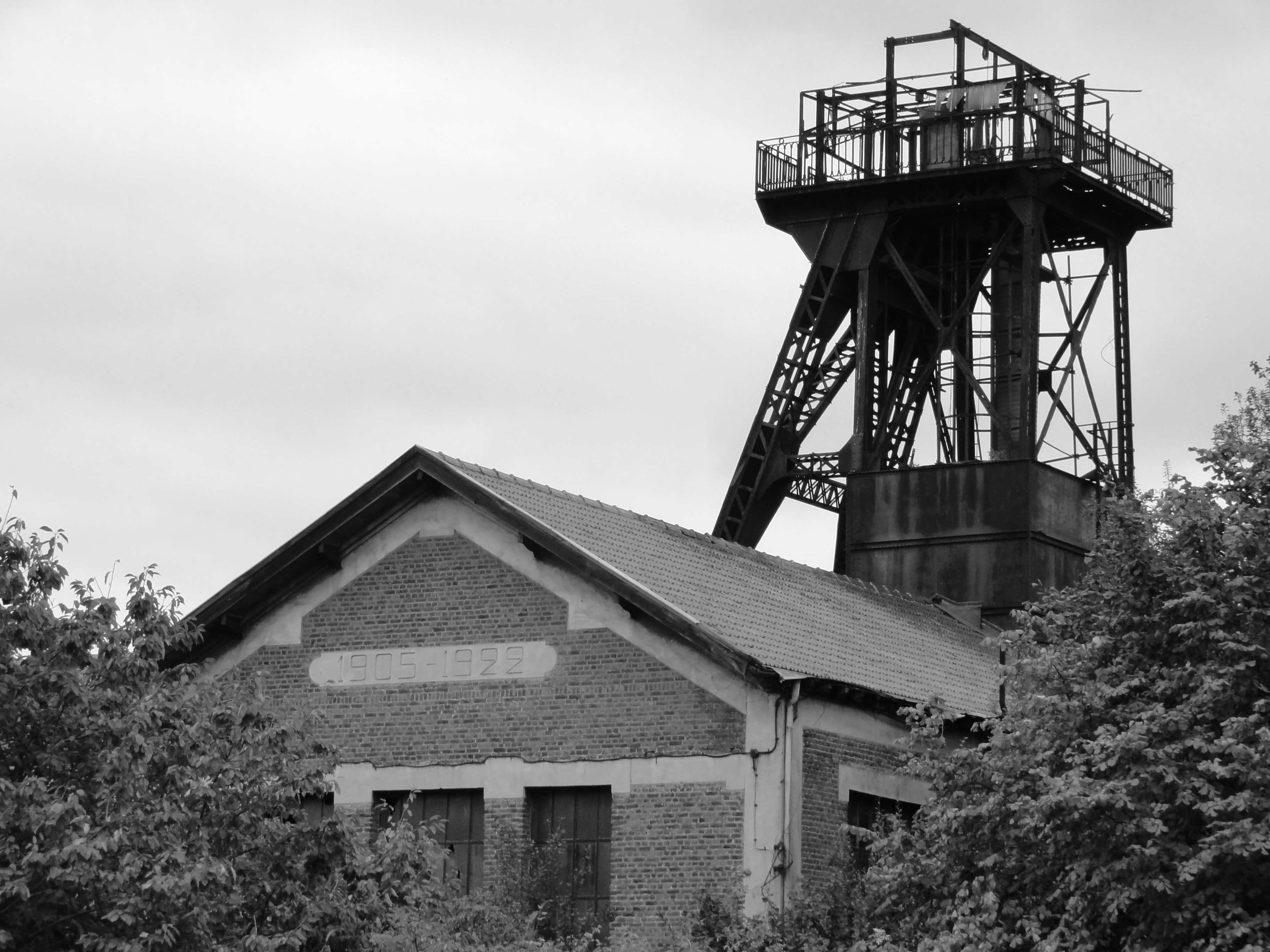
La fosse no 5 en 2011.
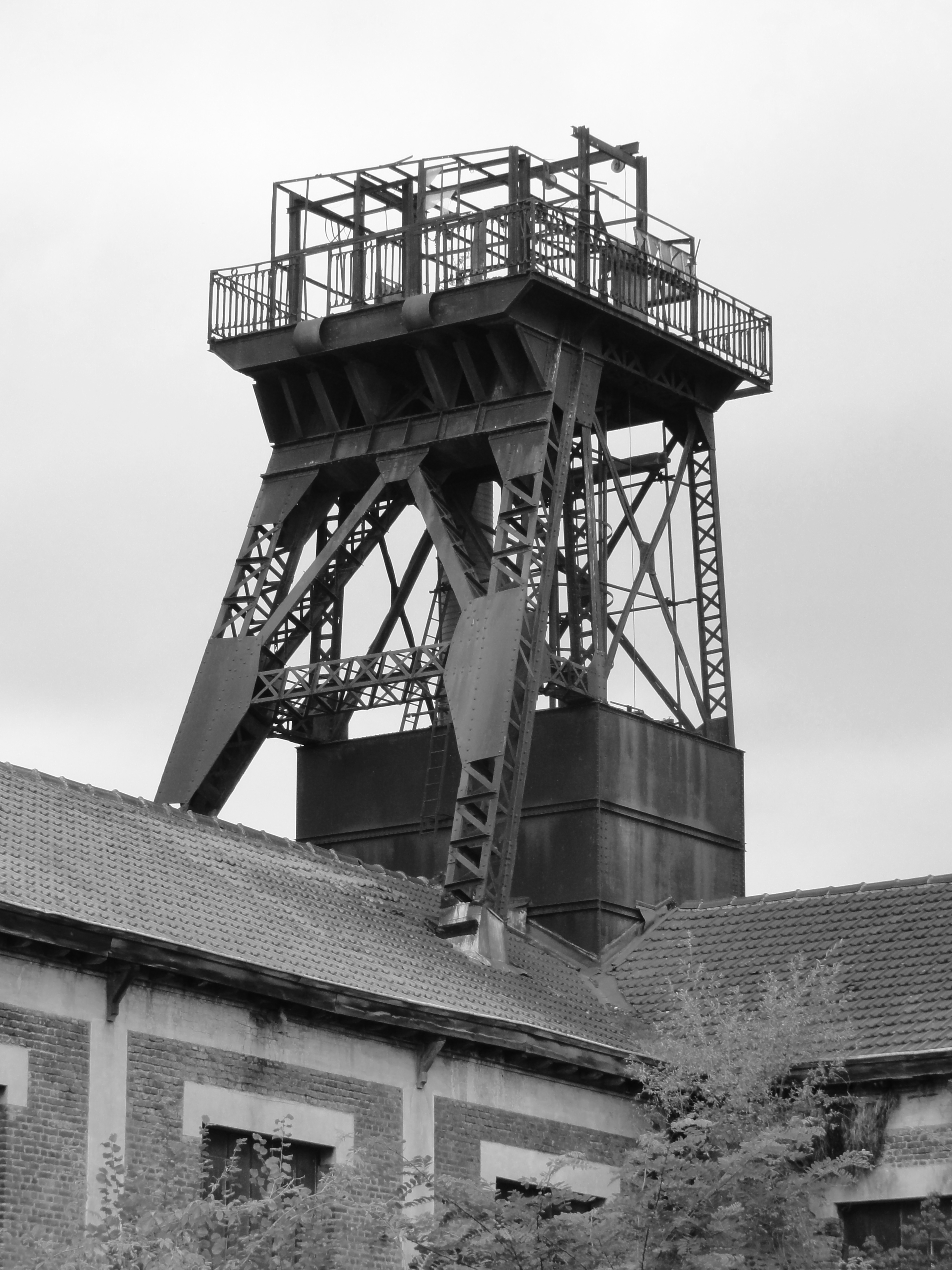
La fosse no 5.
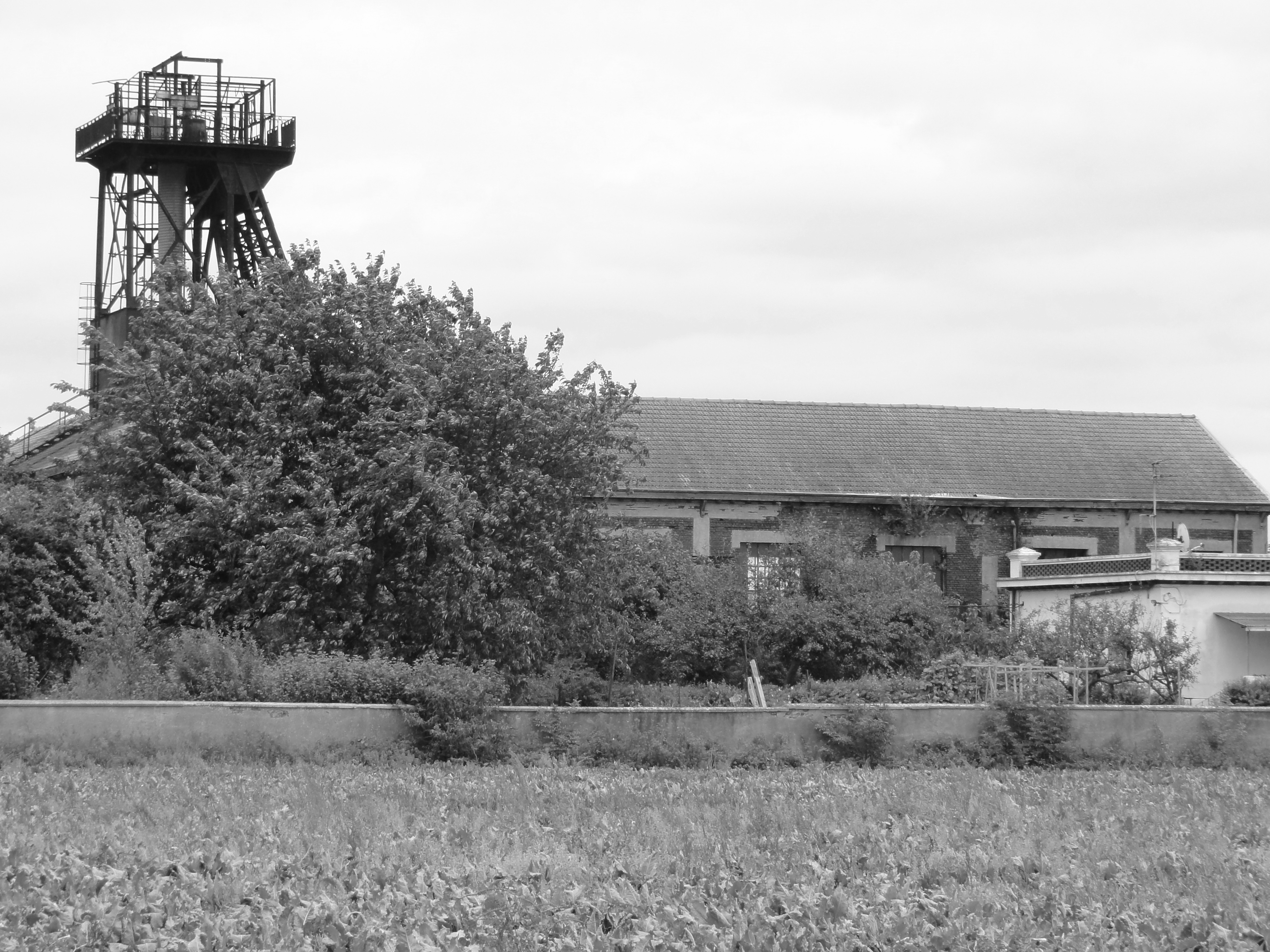
La fosse no 5.
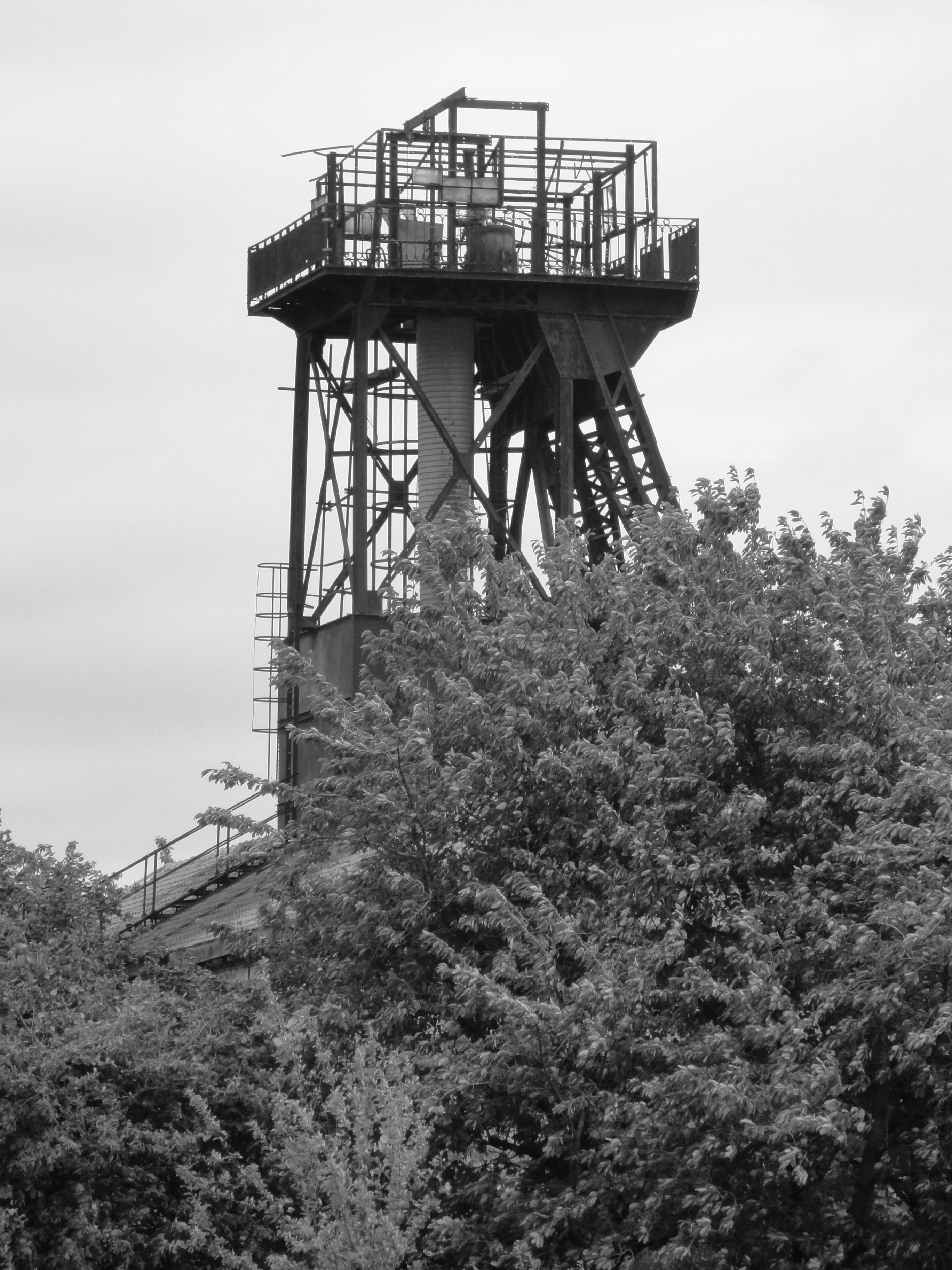
La fosse no 5.
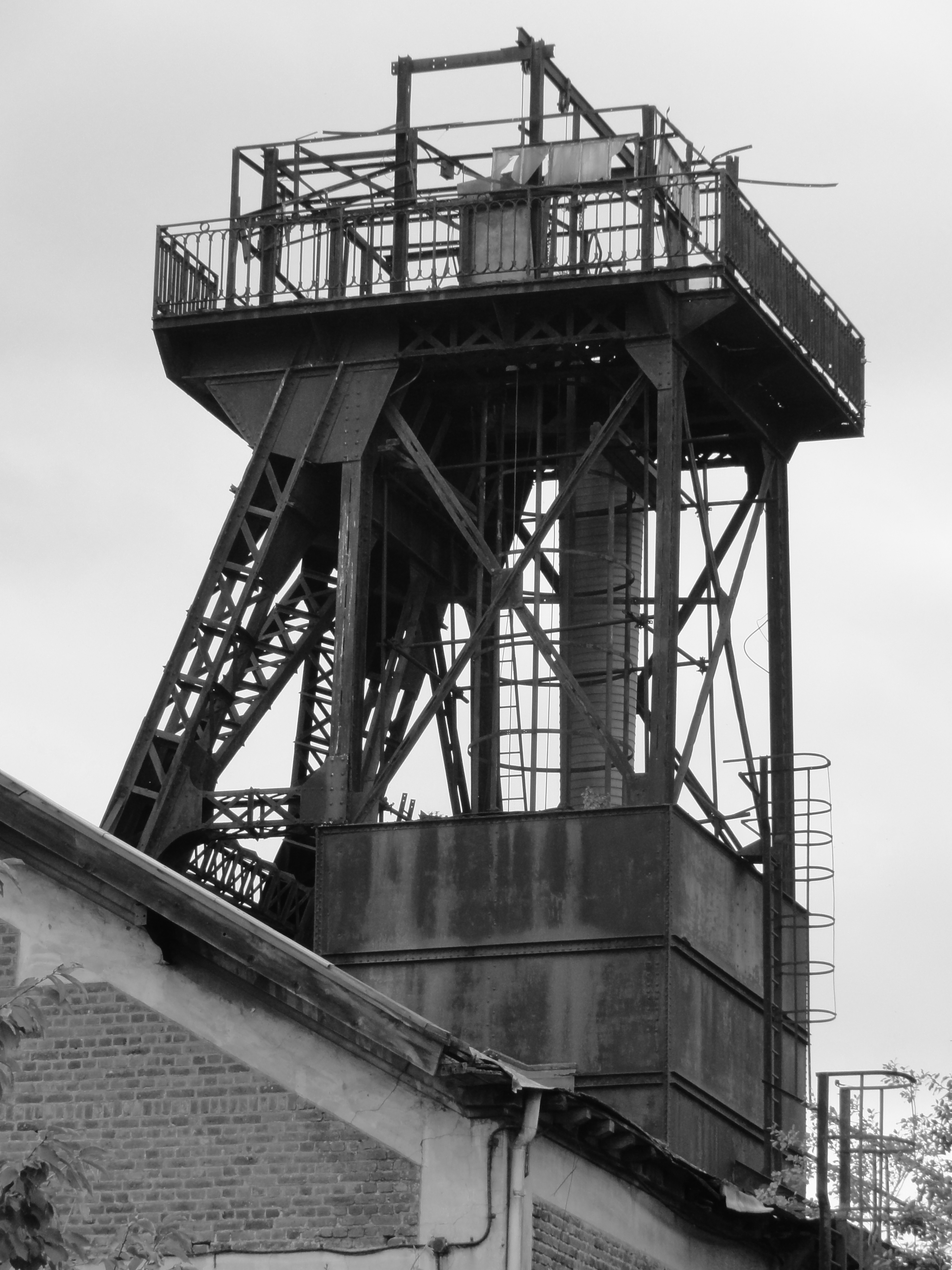
La fosse no 5.
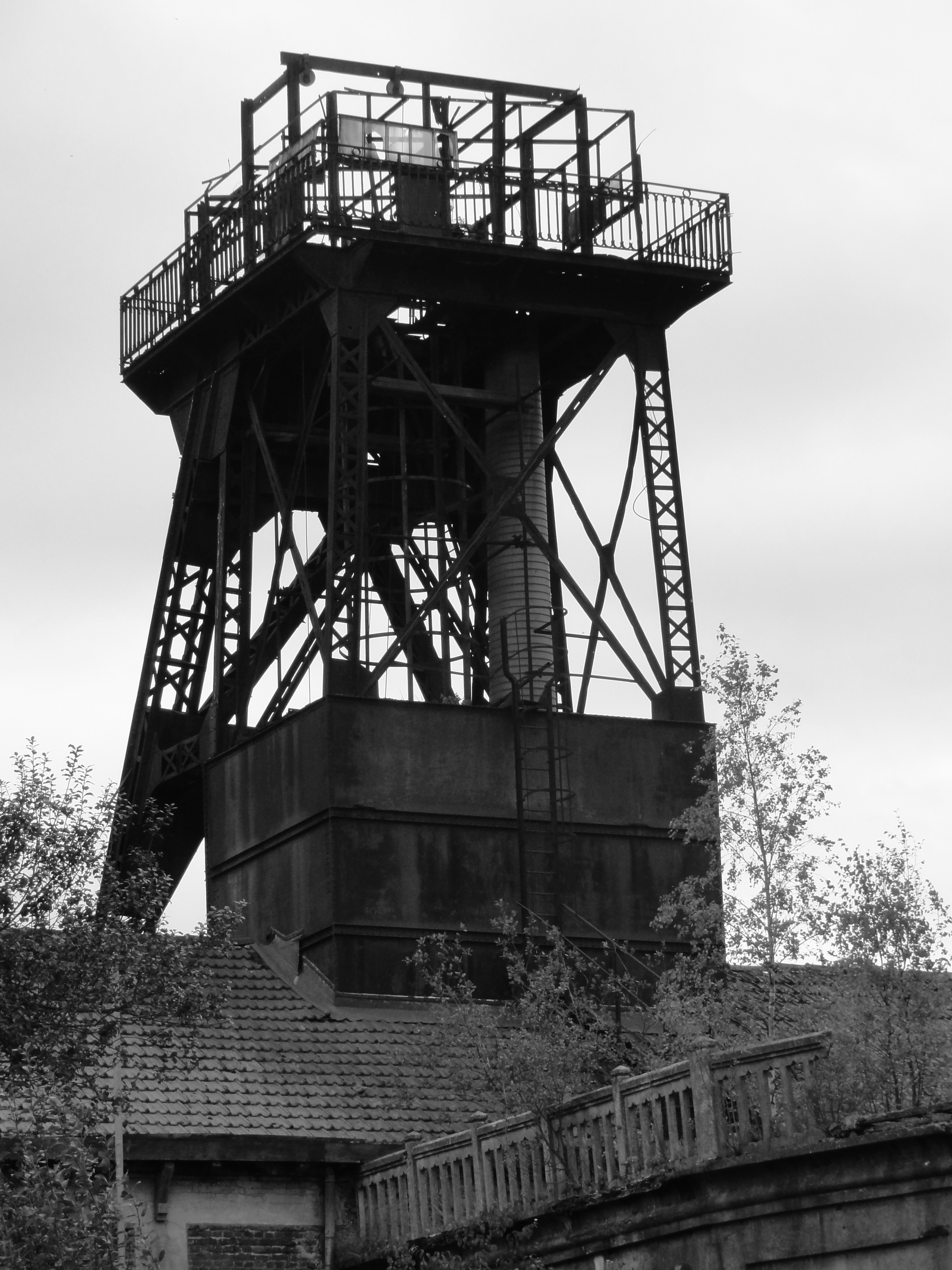
La fosse no 5.

### Siteno59
Le site no 59 est formé par la cité pavillonnaire de la Gare, à Wingles, liée à la fosse no 7 - 7 bis des mines de Lens.

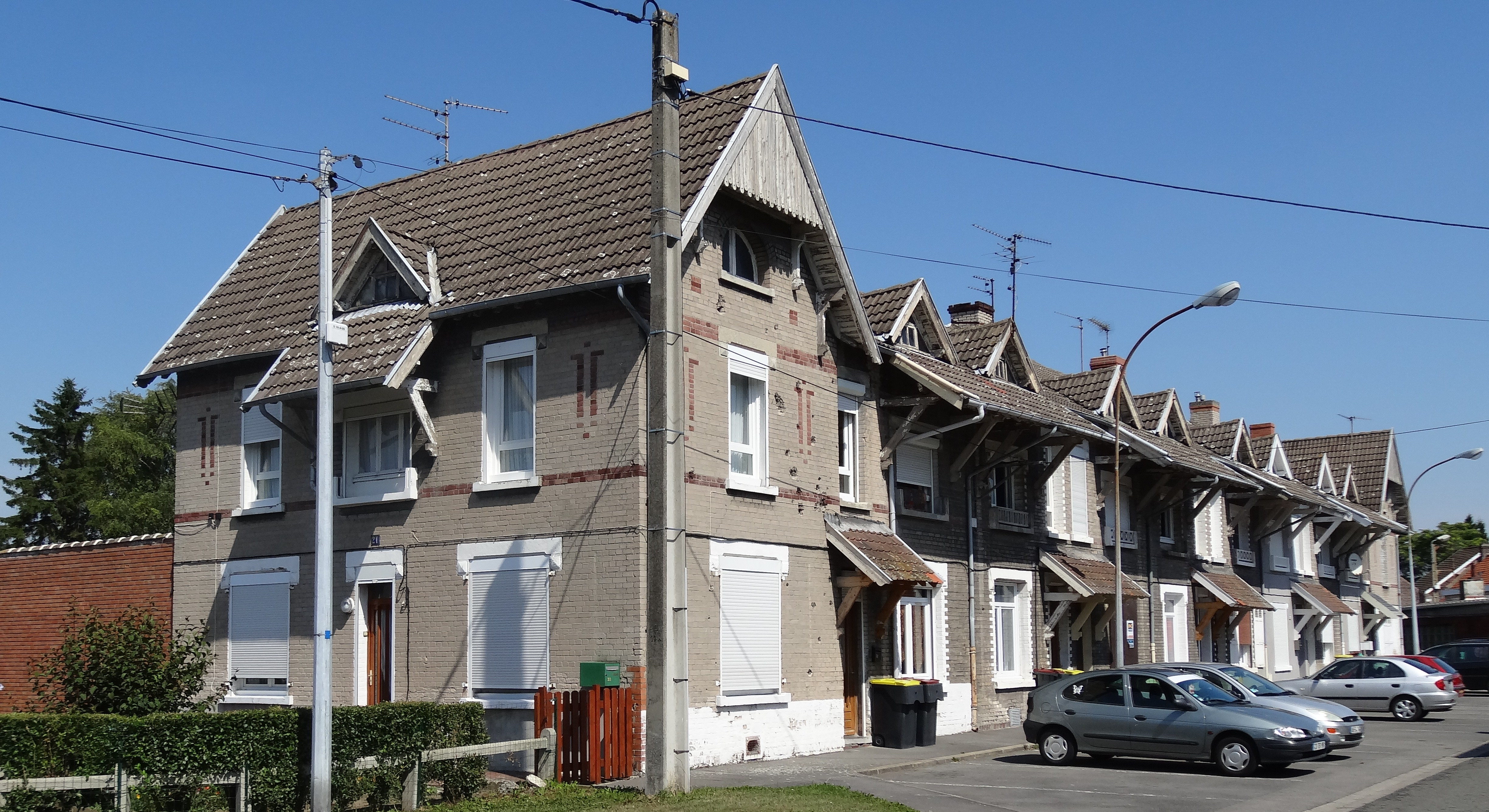
La cité de la Gare.
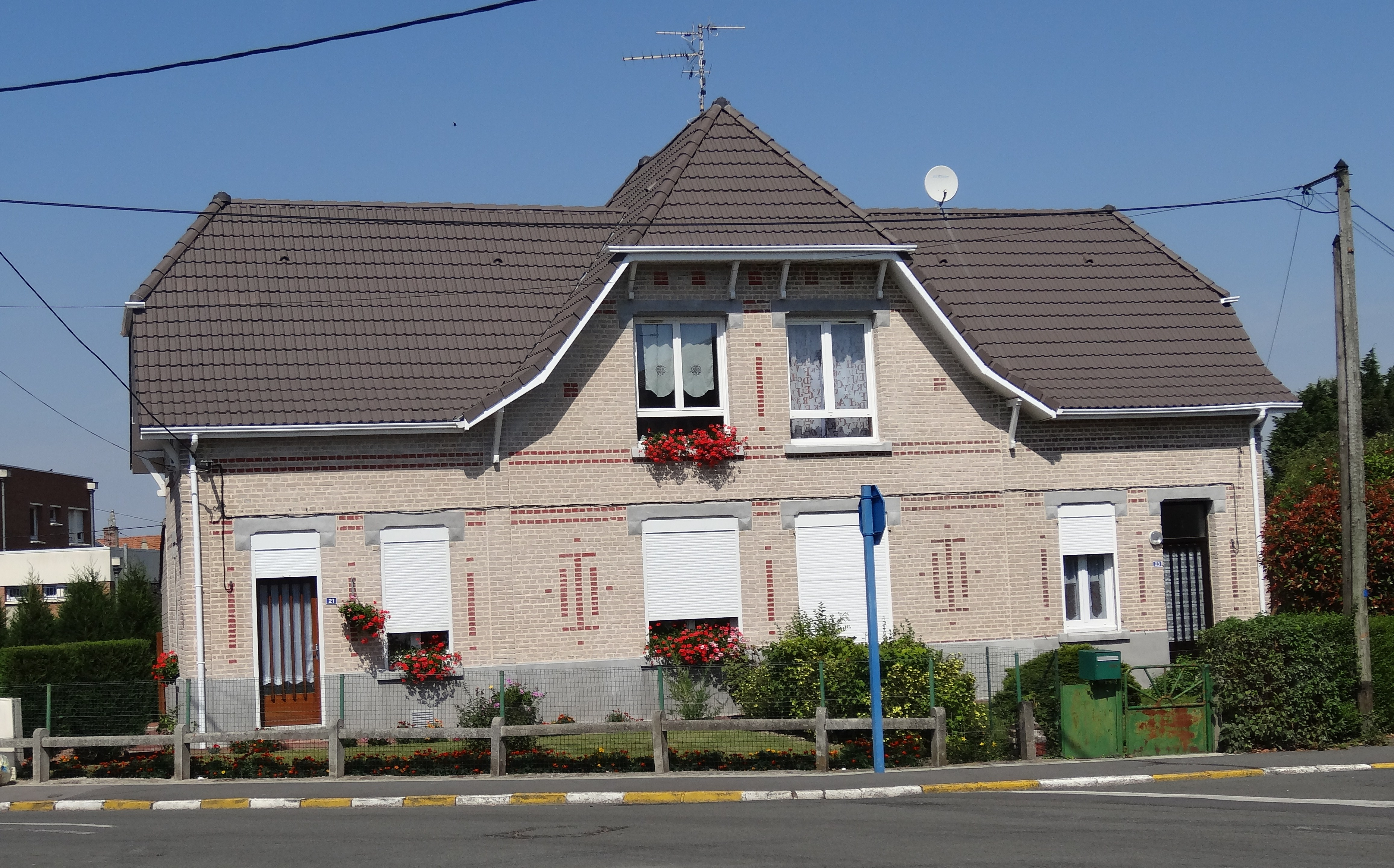
La cité de la Gare.
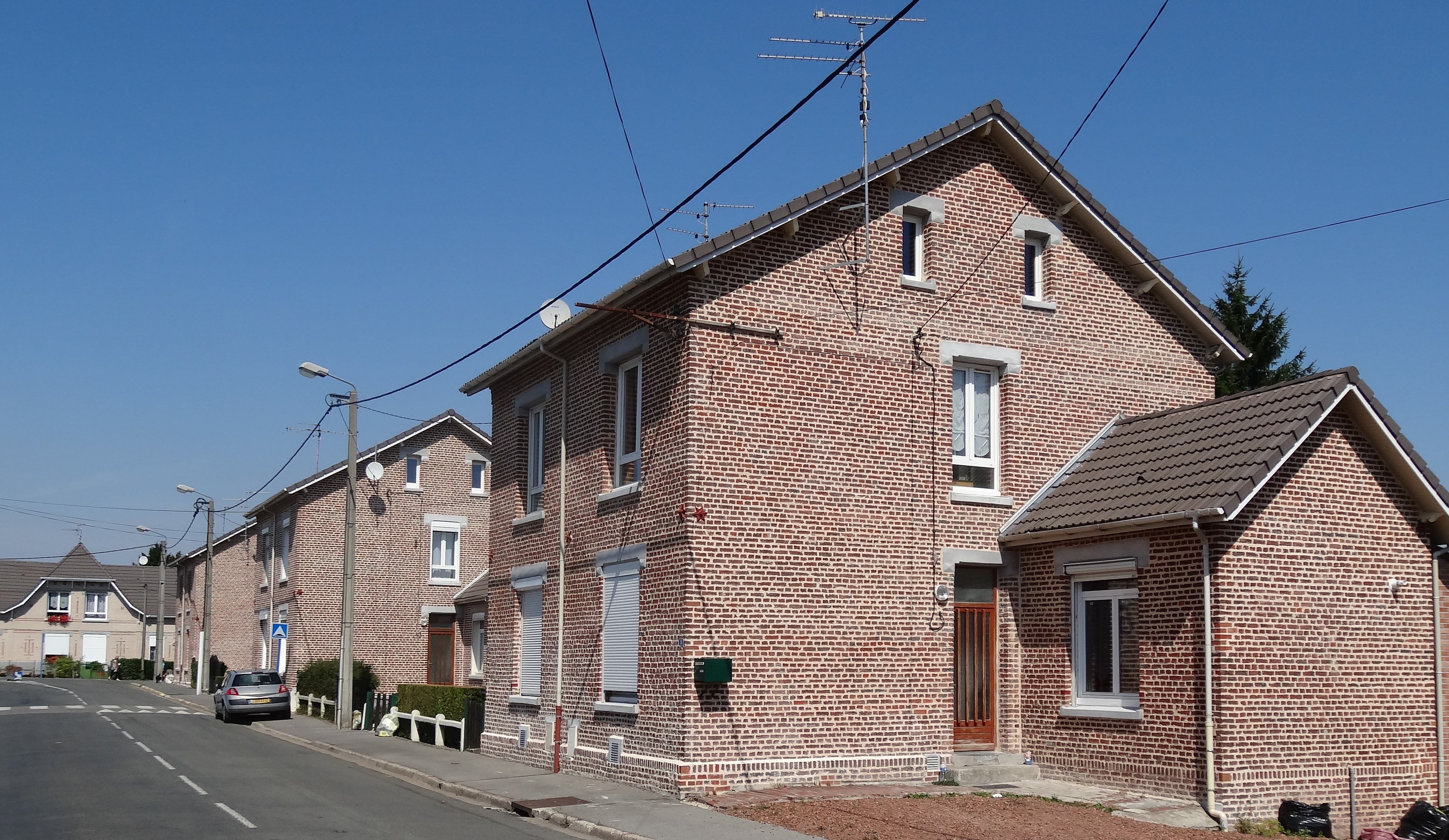
La cité de la Gare.
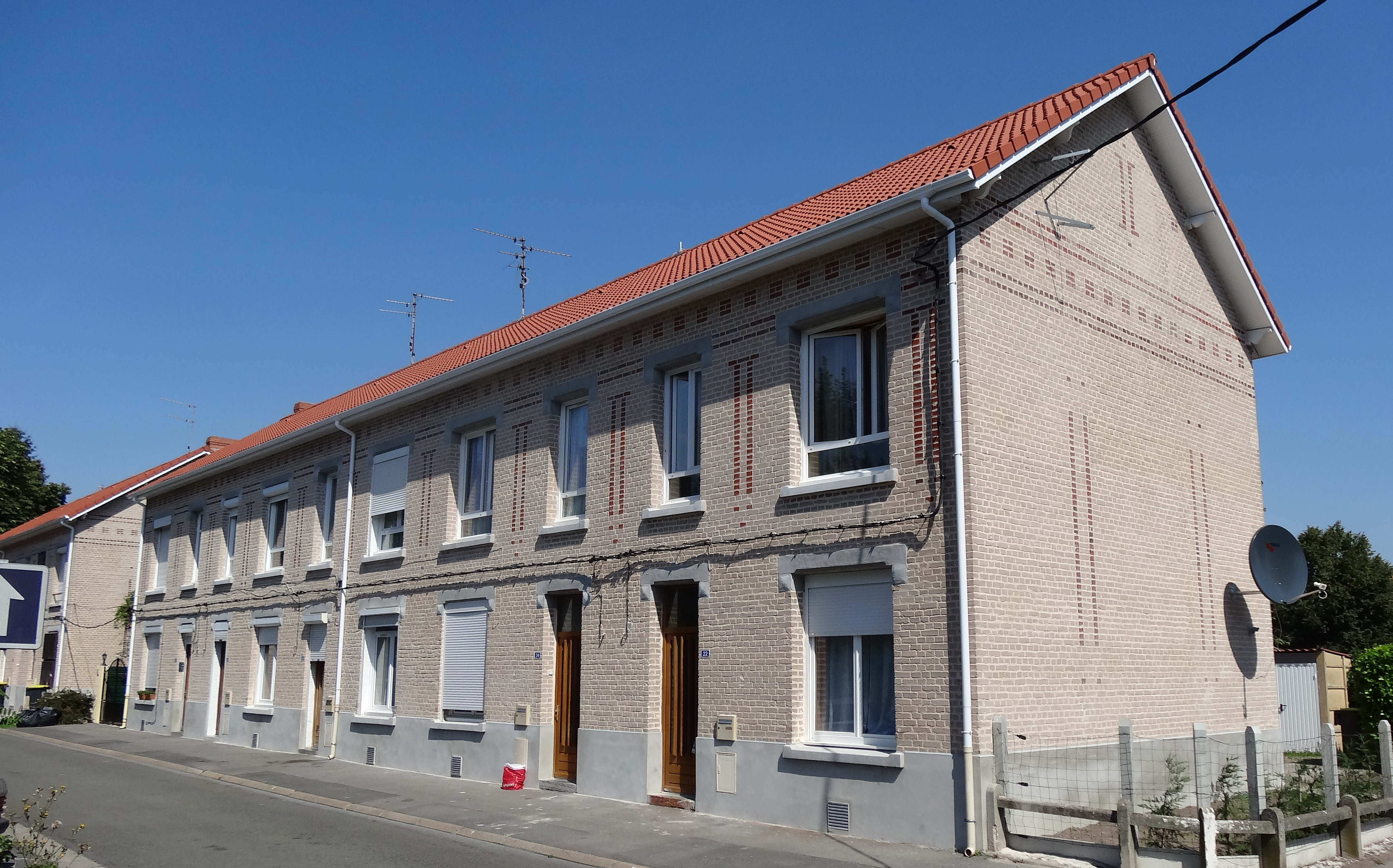
La cité de la Gare.
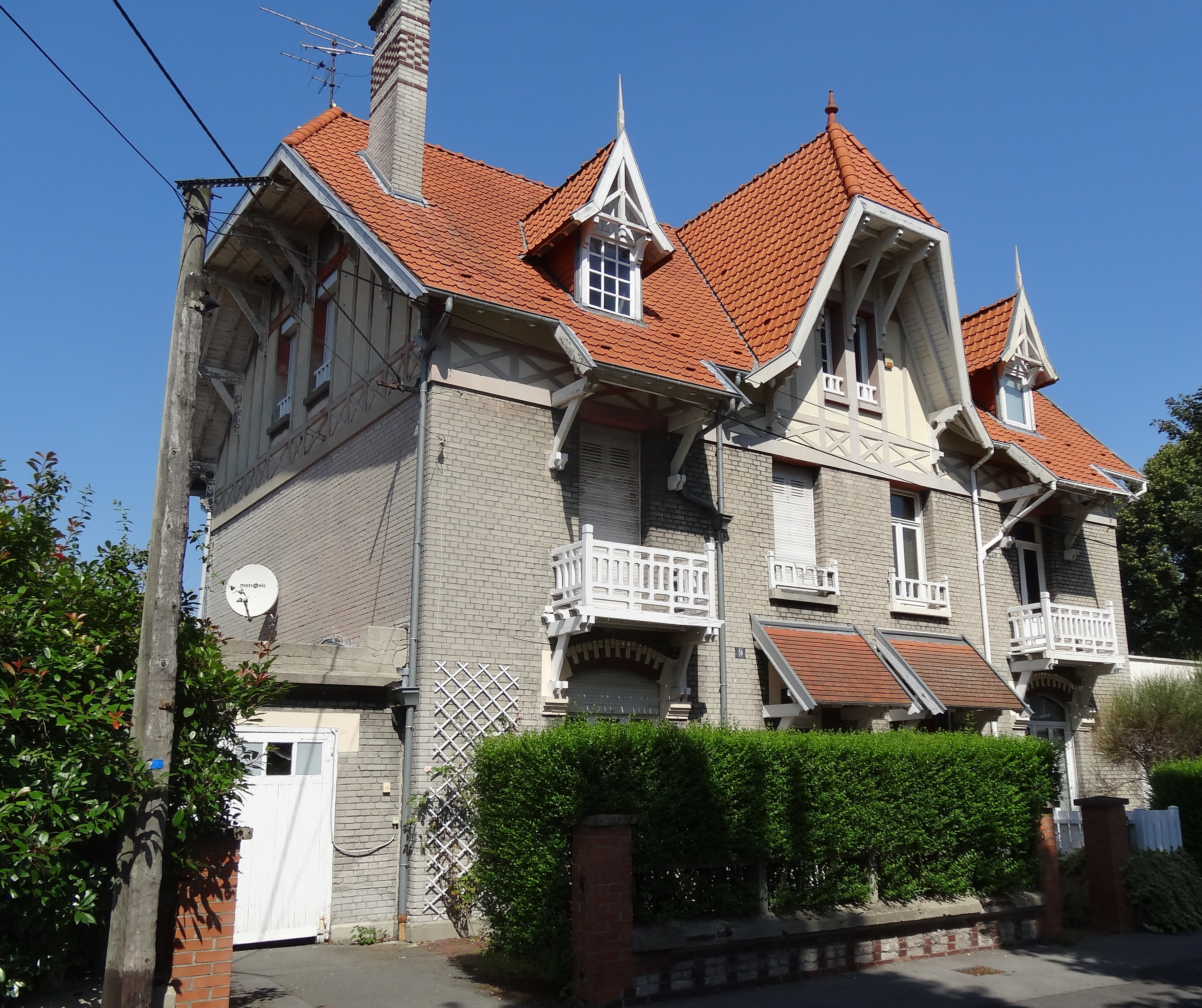
La cité de la Gare.
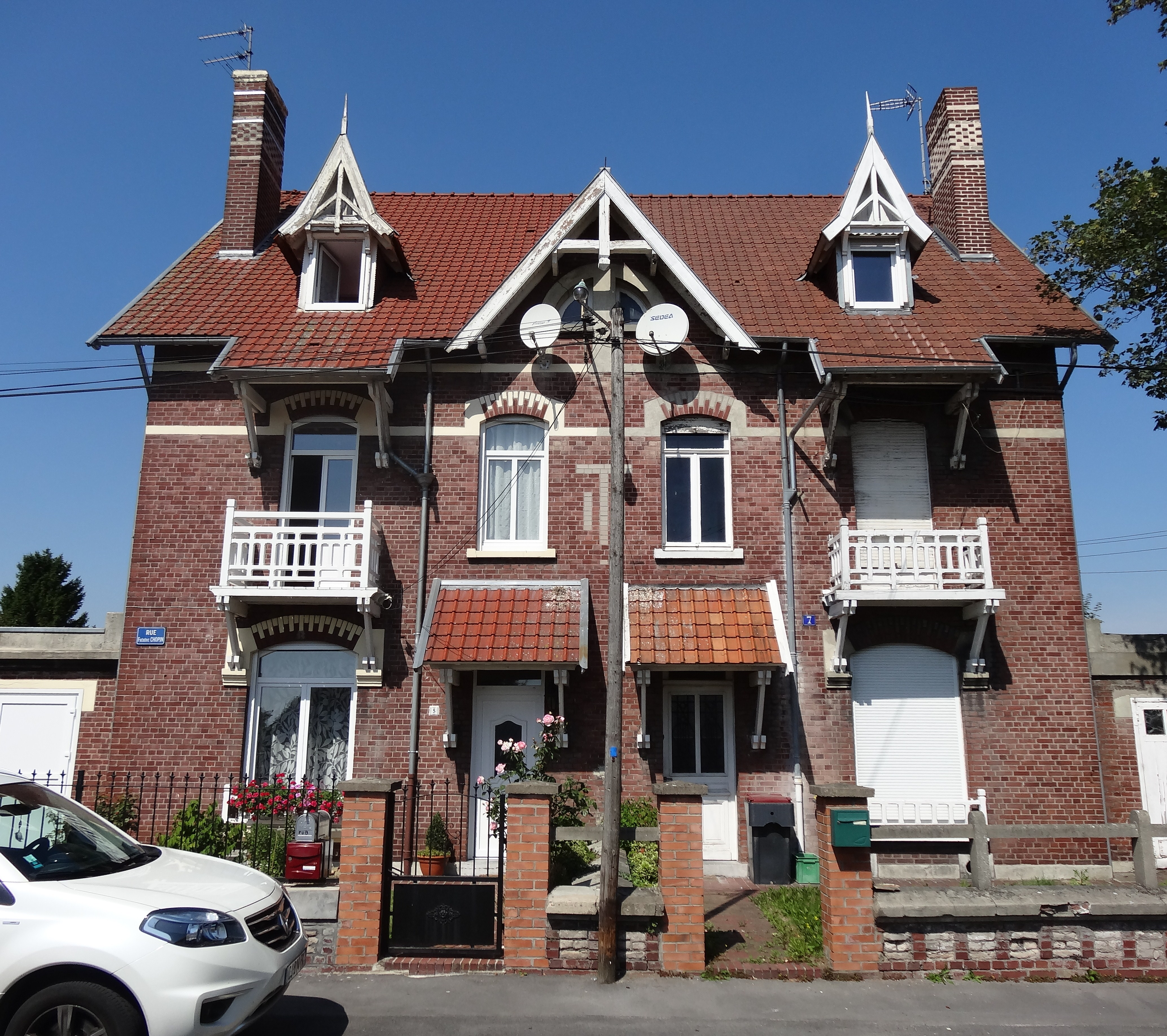
La cité de la Gare.

### Siteno60
Le site no 60 est formé par la cité de corons du Pont, à Wingles, liée à la fosse no 7 - 7 bis des mines de Lens.

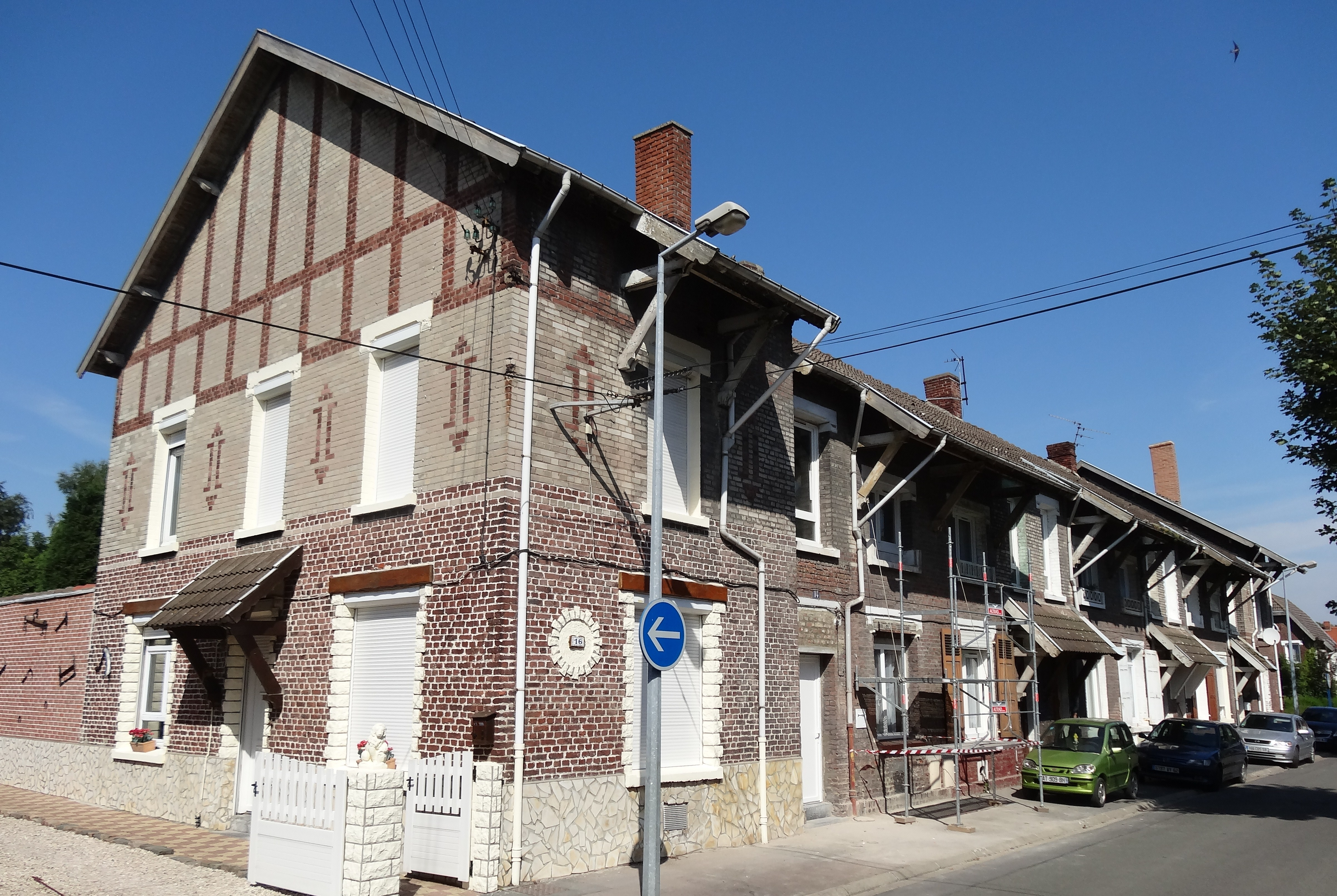
La cité du Pont.
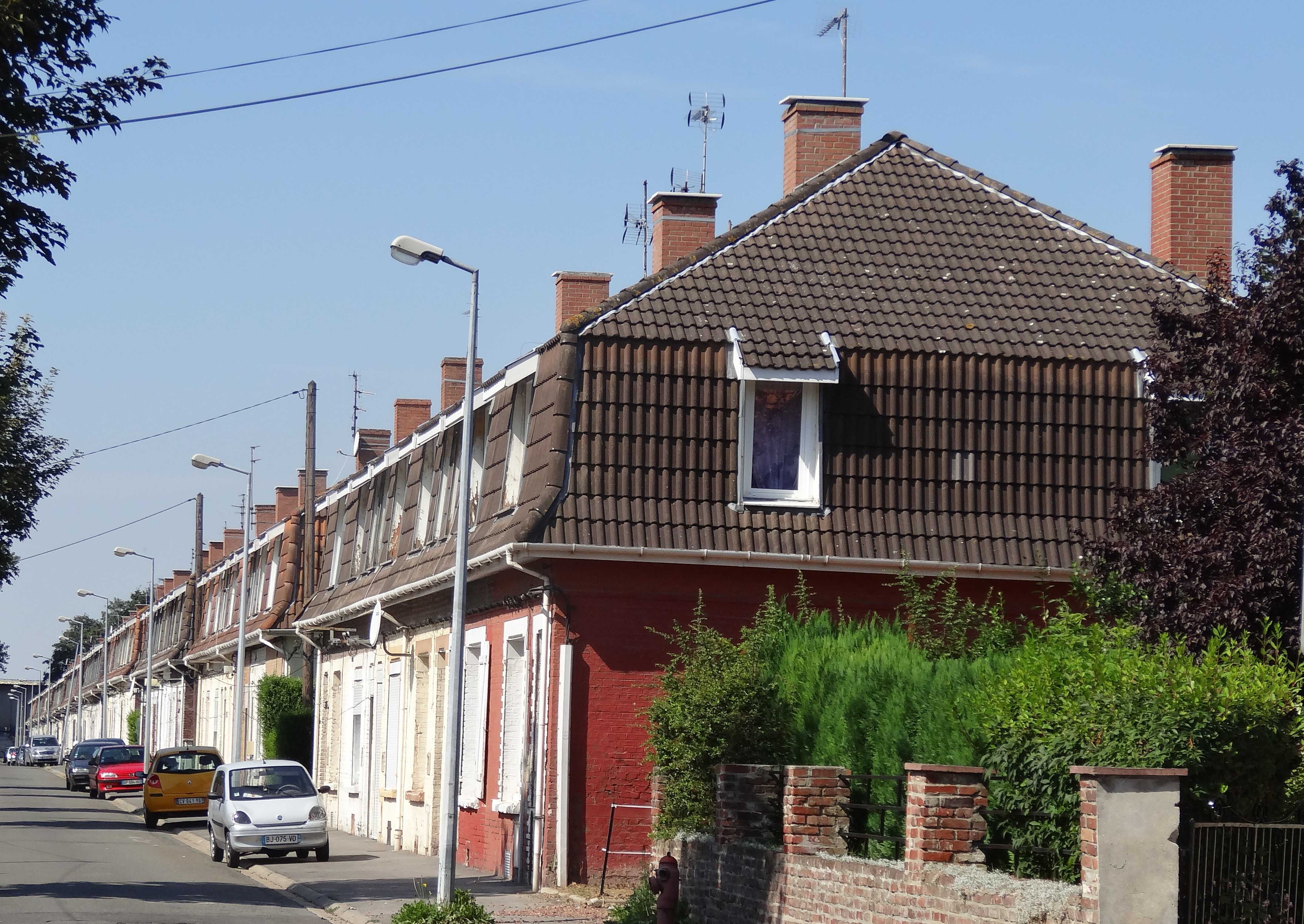
La cité du Pont.
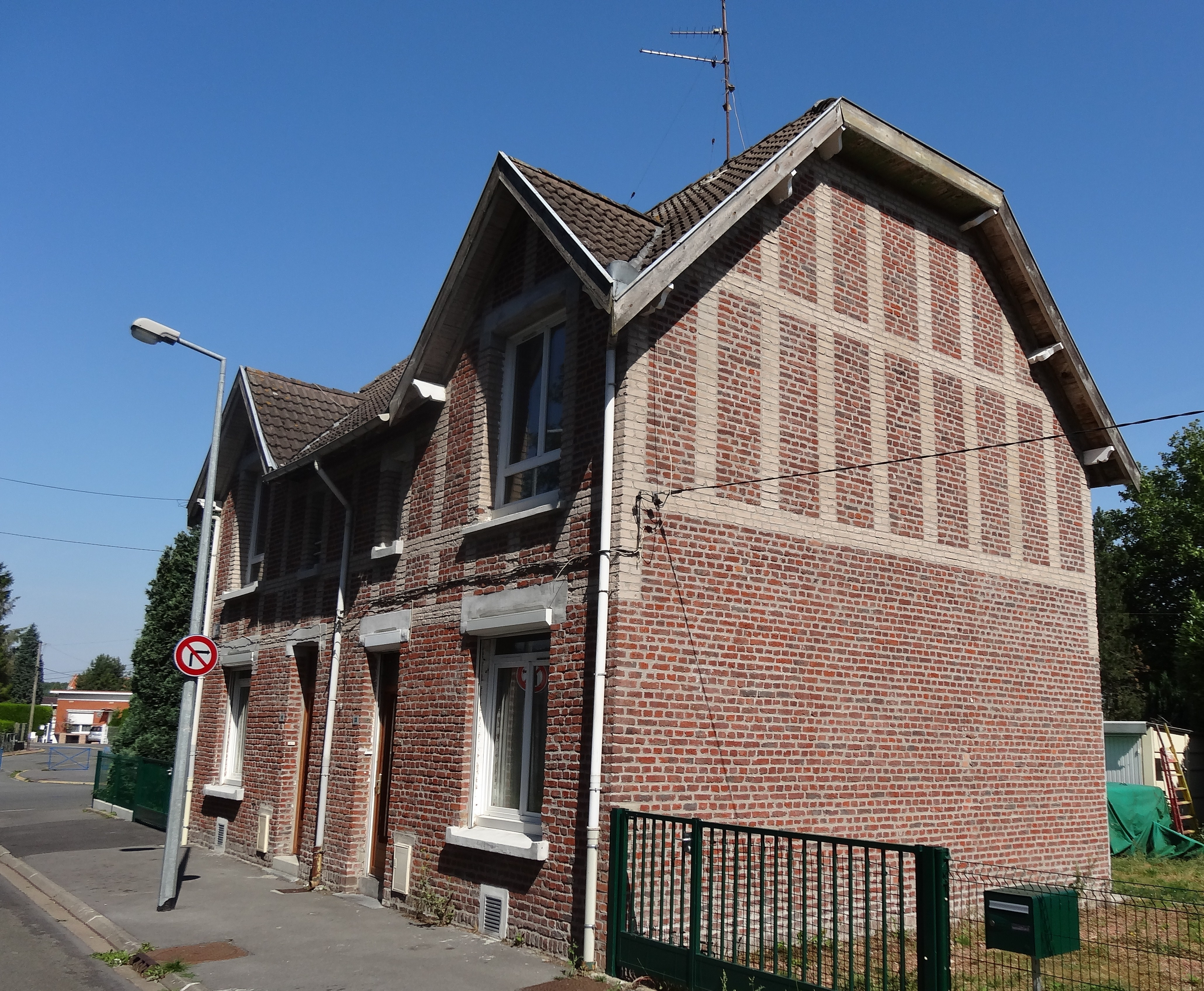
La cité du Pont.
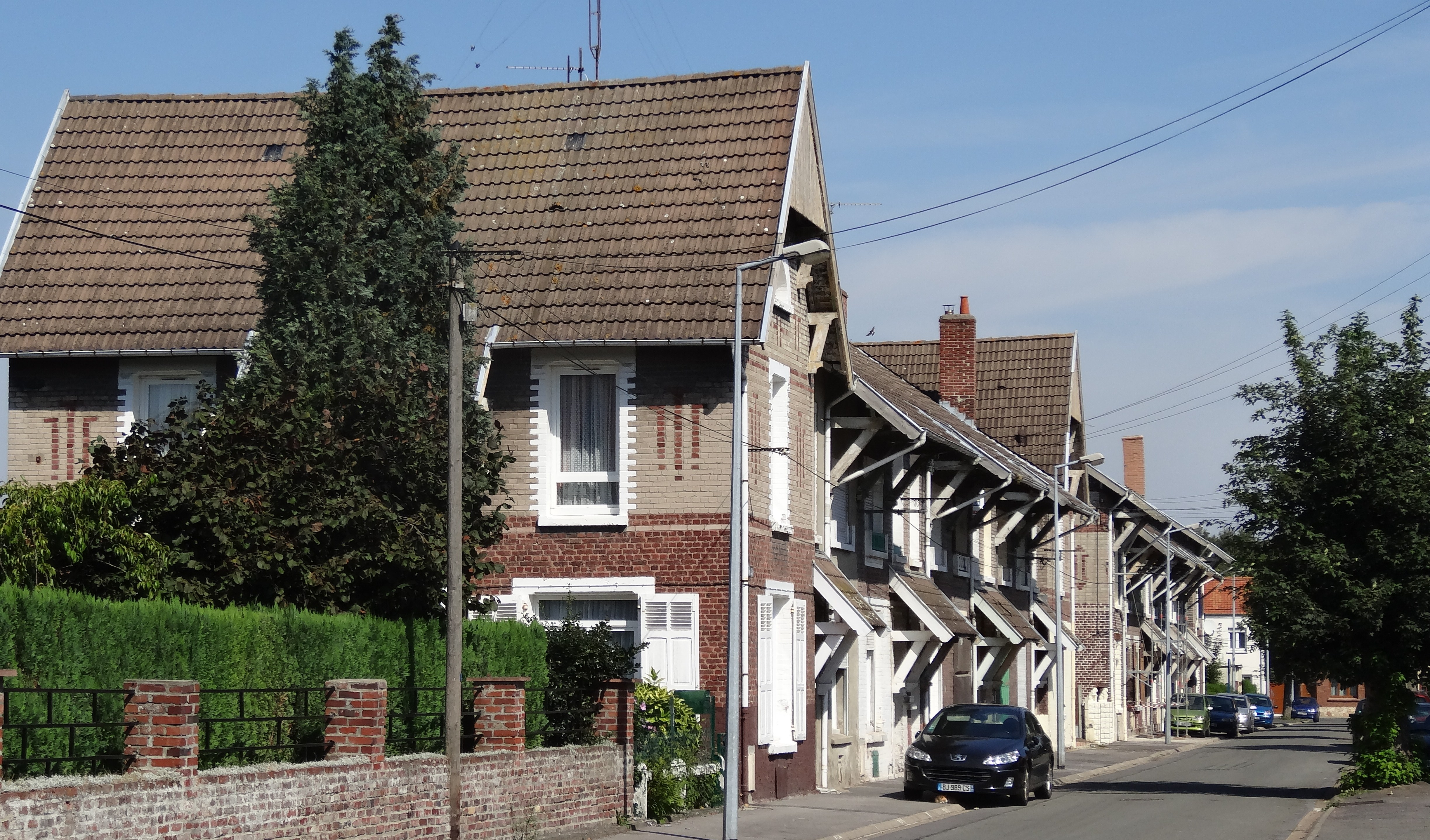
La cité du Pont.
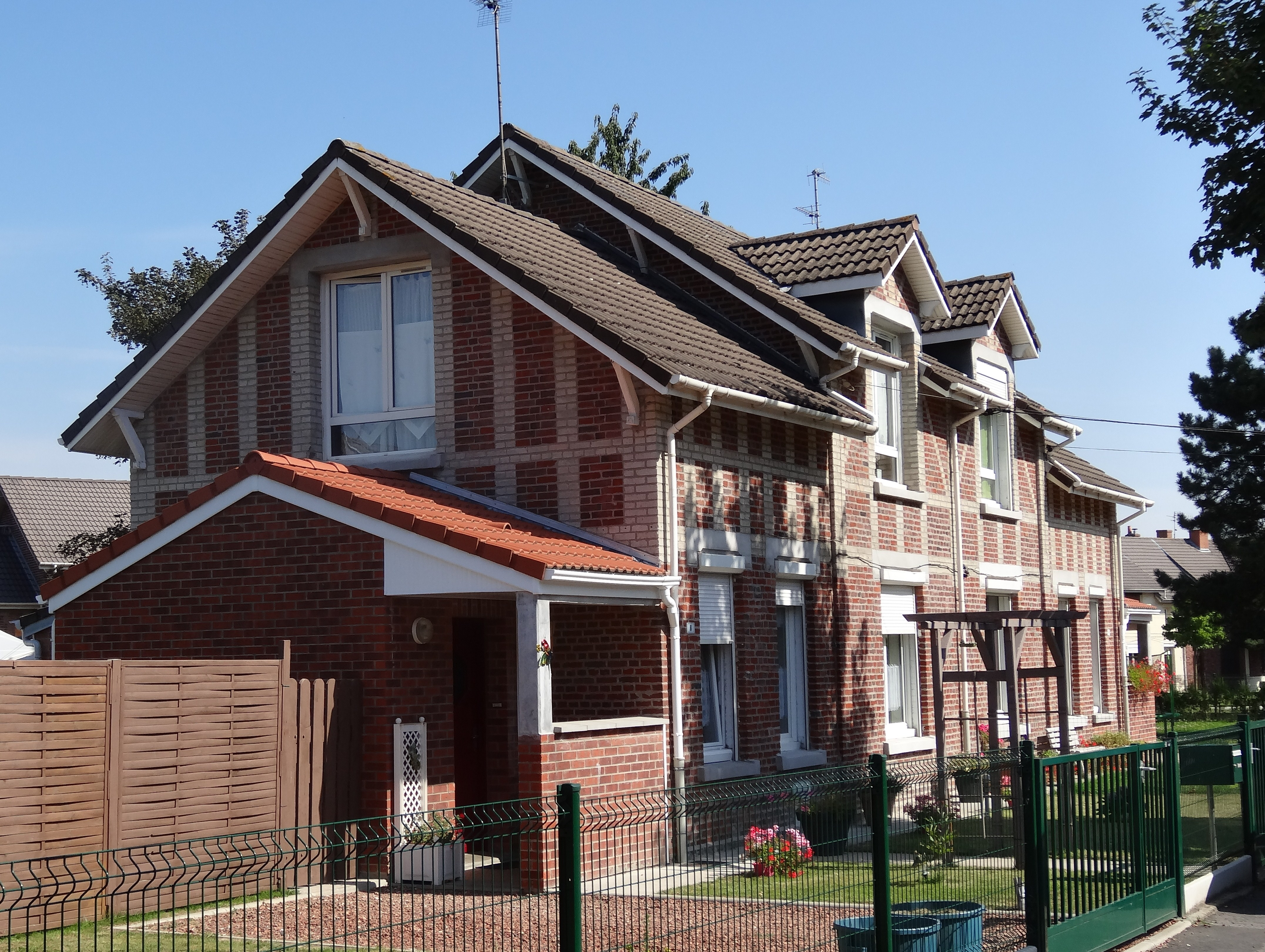
La cité du Pont.
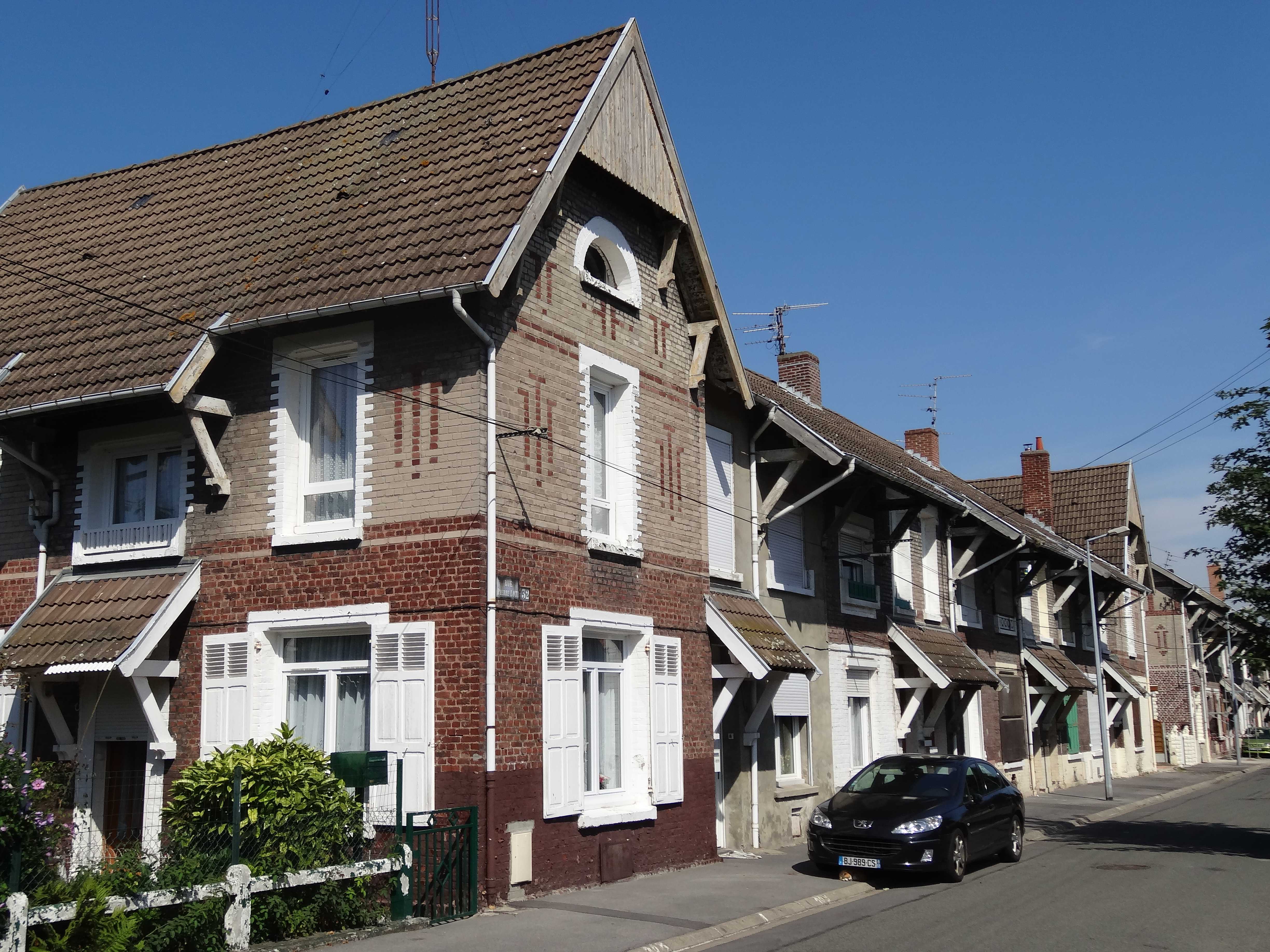
La cité du Pont.

### Siteno61
Le site no 61 est formé par la cité pavillonnaire des Sports, à Wingles, liée à la fosse no 7 - 7 bis des mines de Lens.

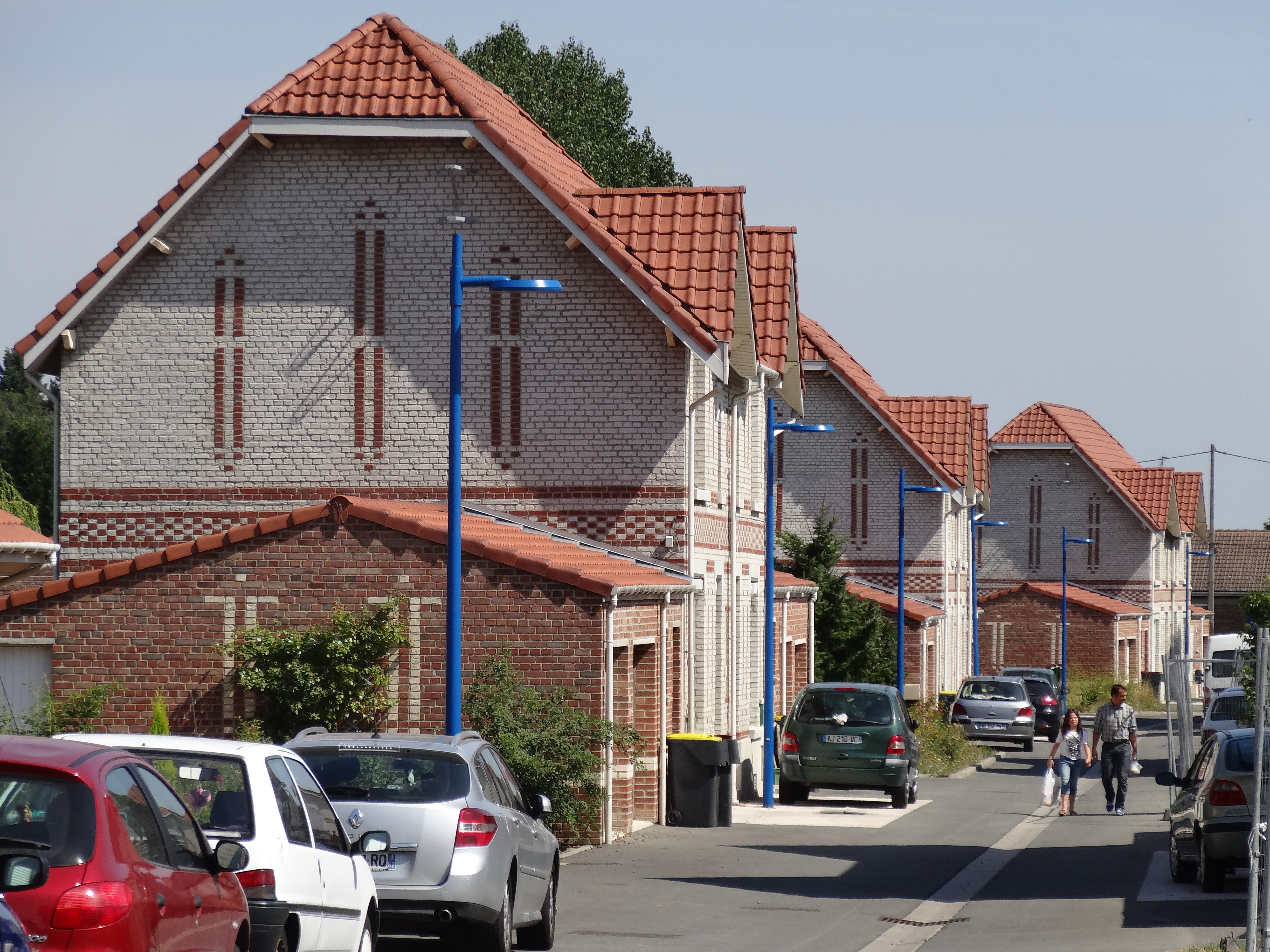
La cité des Sports.
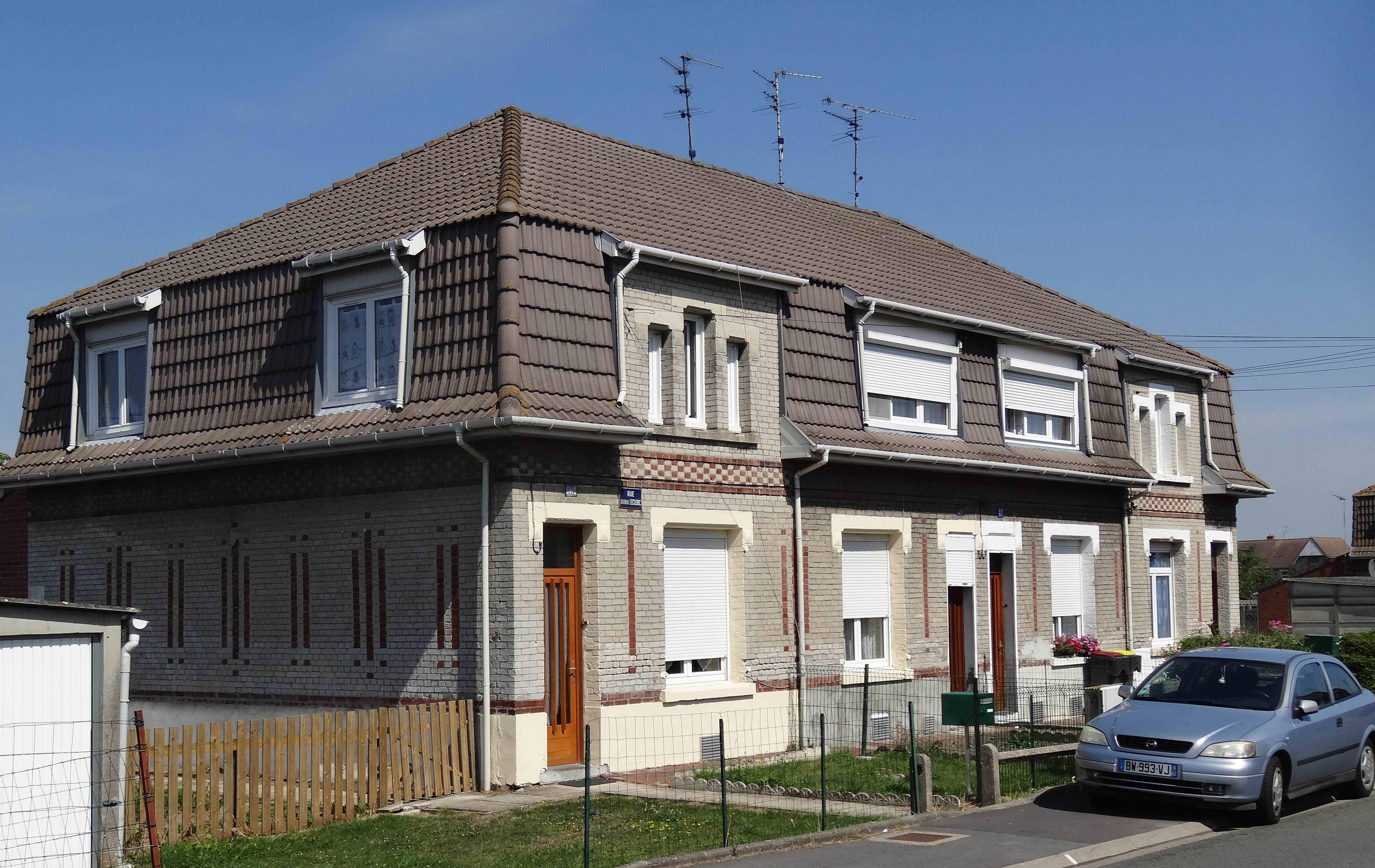
La cité des Sports.
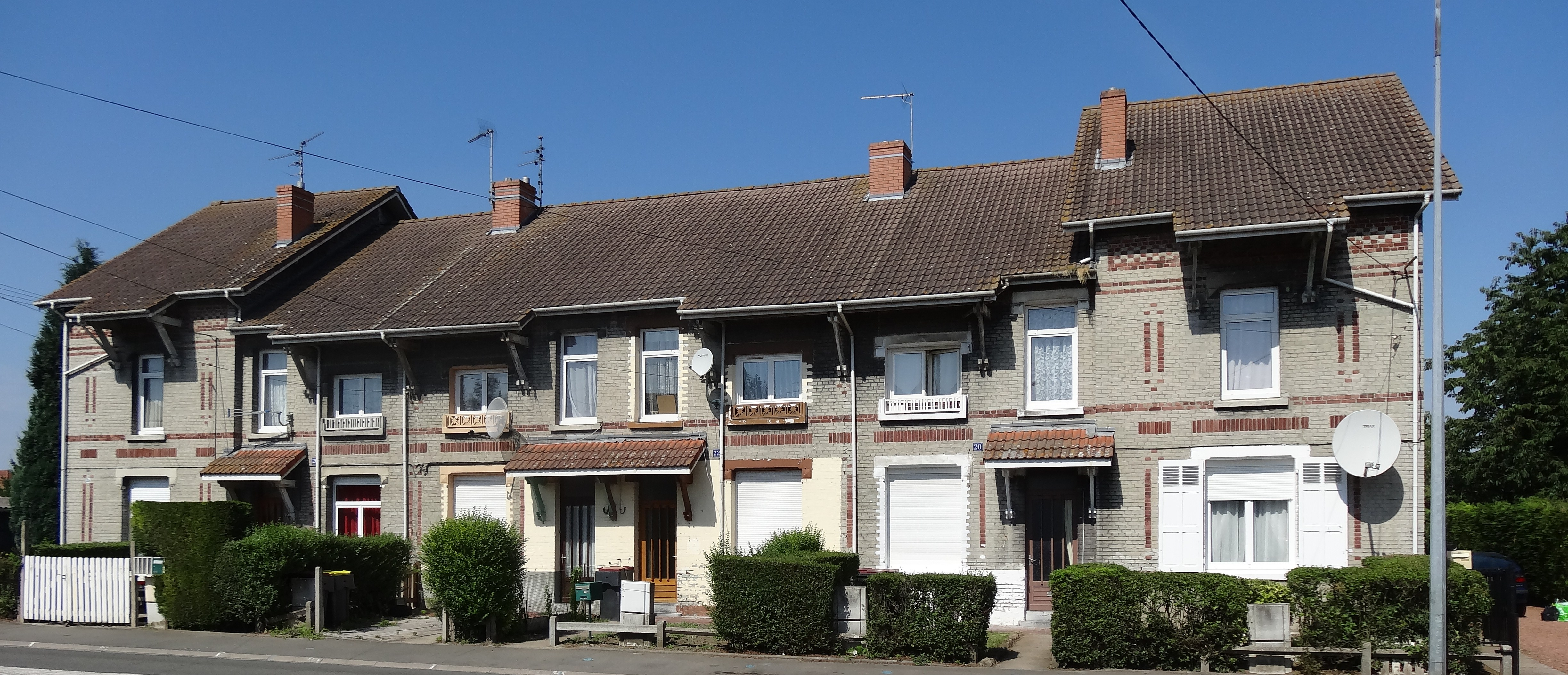
La cité des Sports.
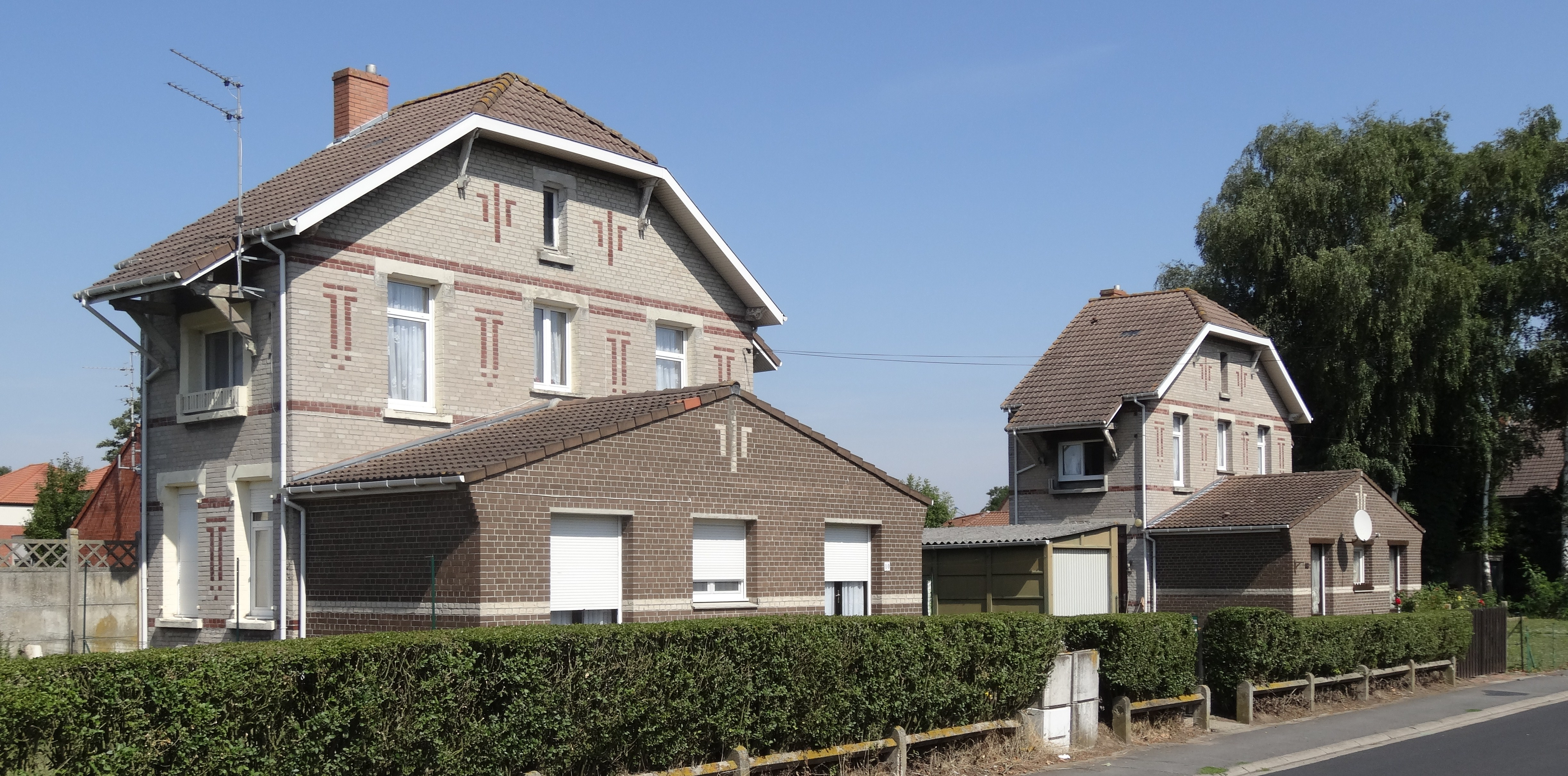
La cité des Sports.
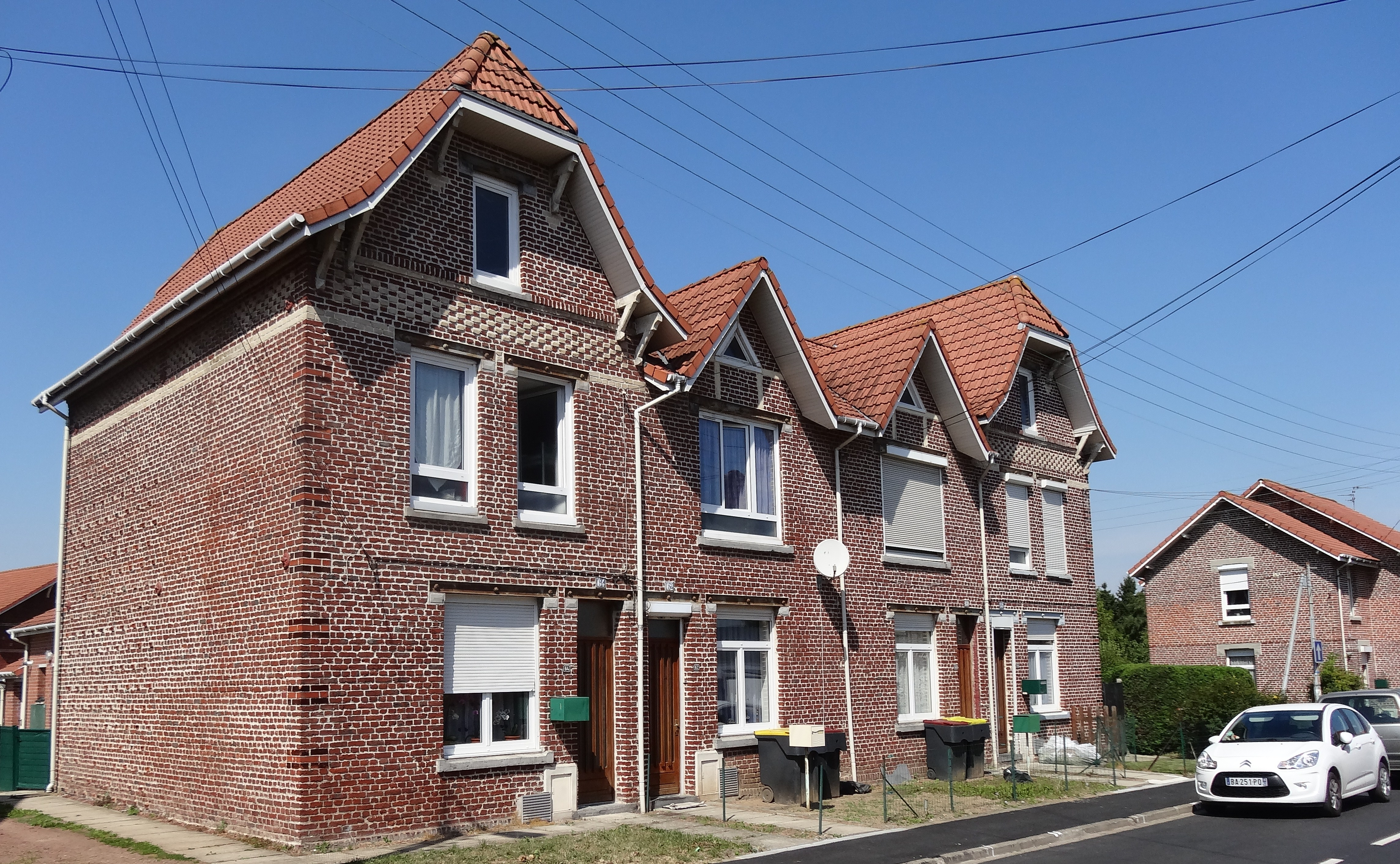
La cité des Sports.
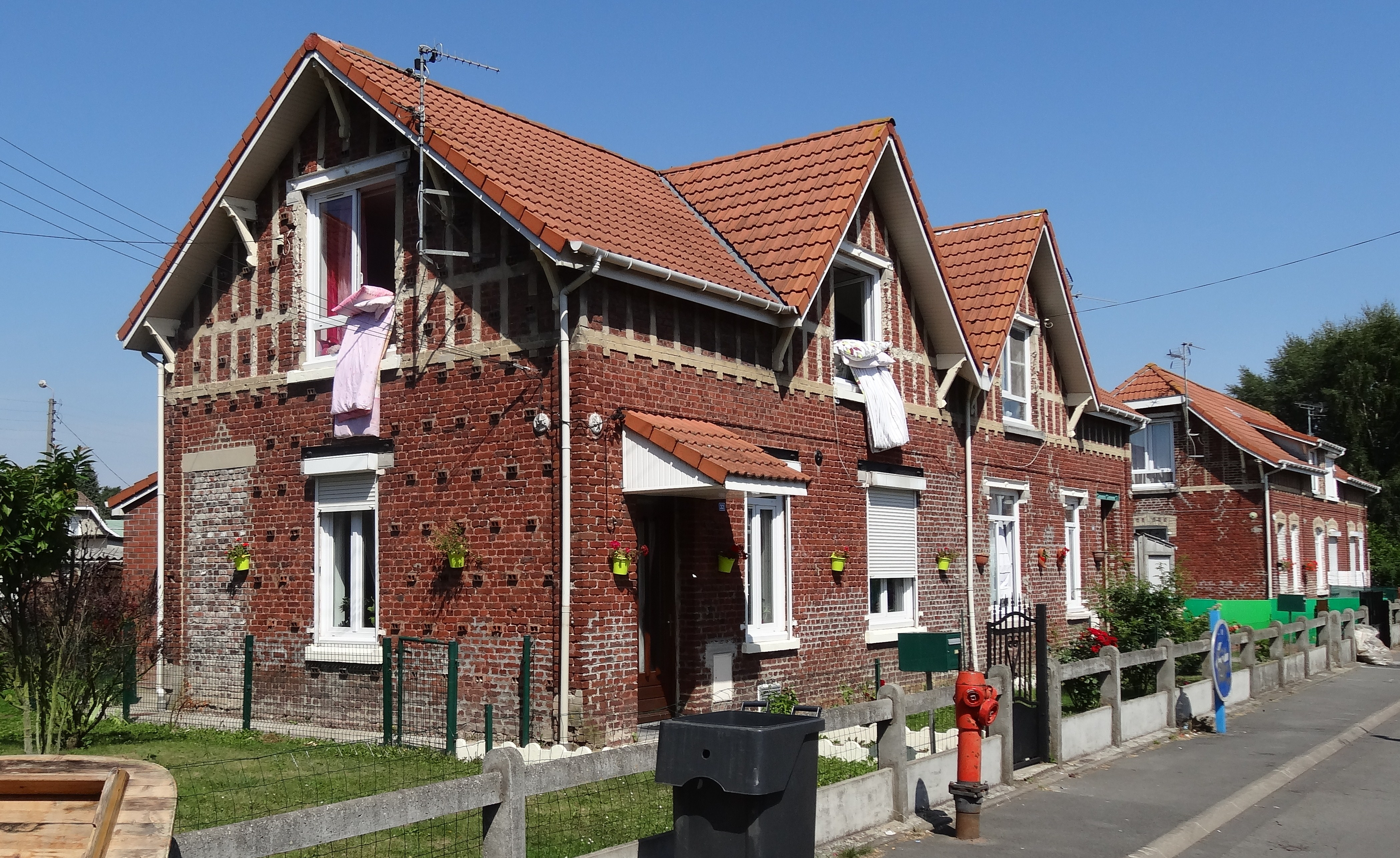
La cité des Sports.

### Siteno62
Le site no 62 est formé par la fosse d'aérage no 13 bis des mines de Lens à Bénifontaine.

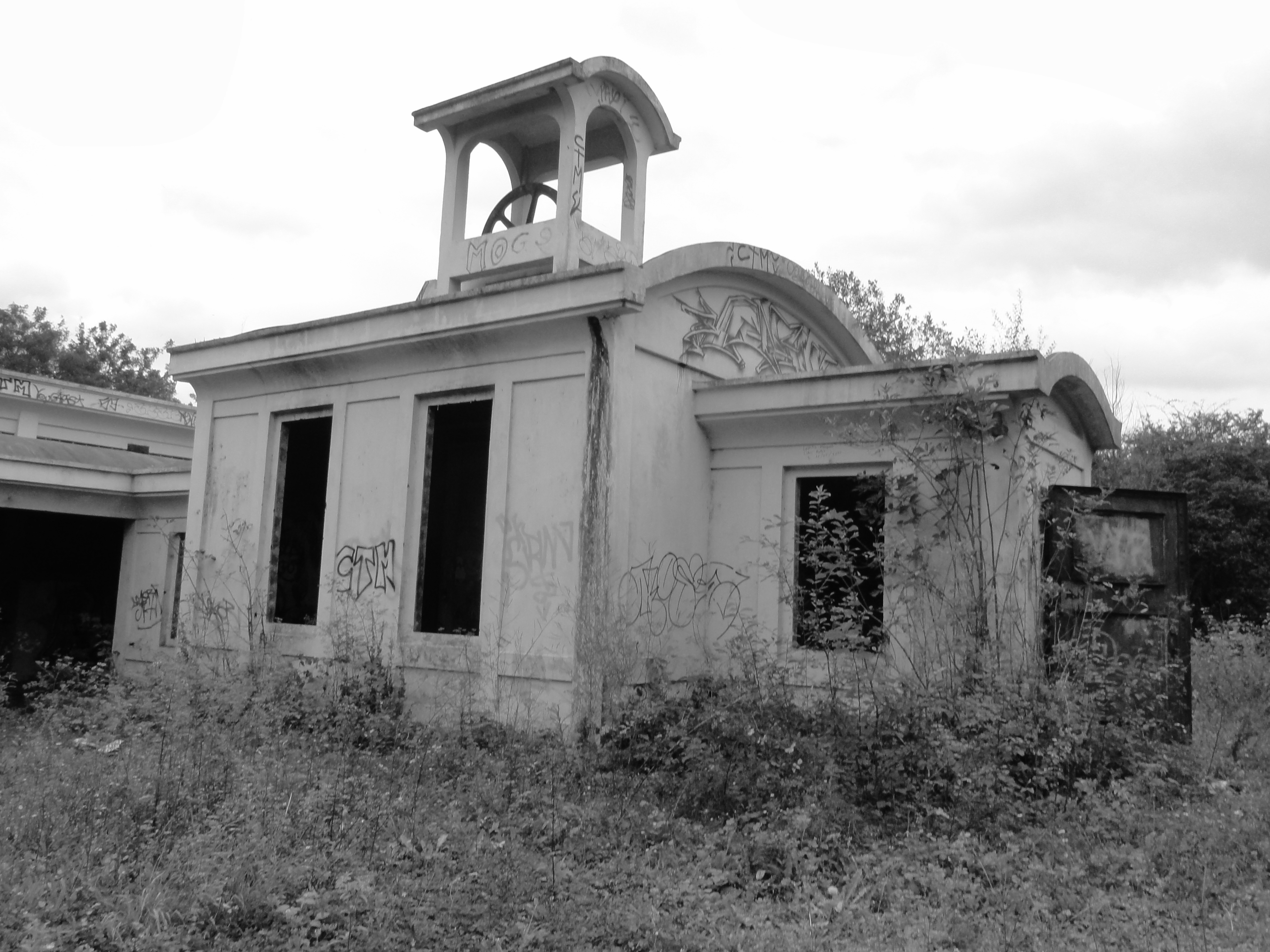
La fosse no 13 bis en 2011.
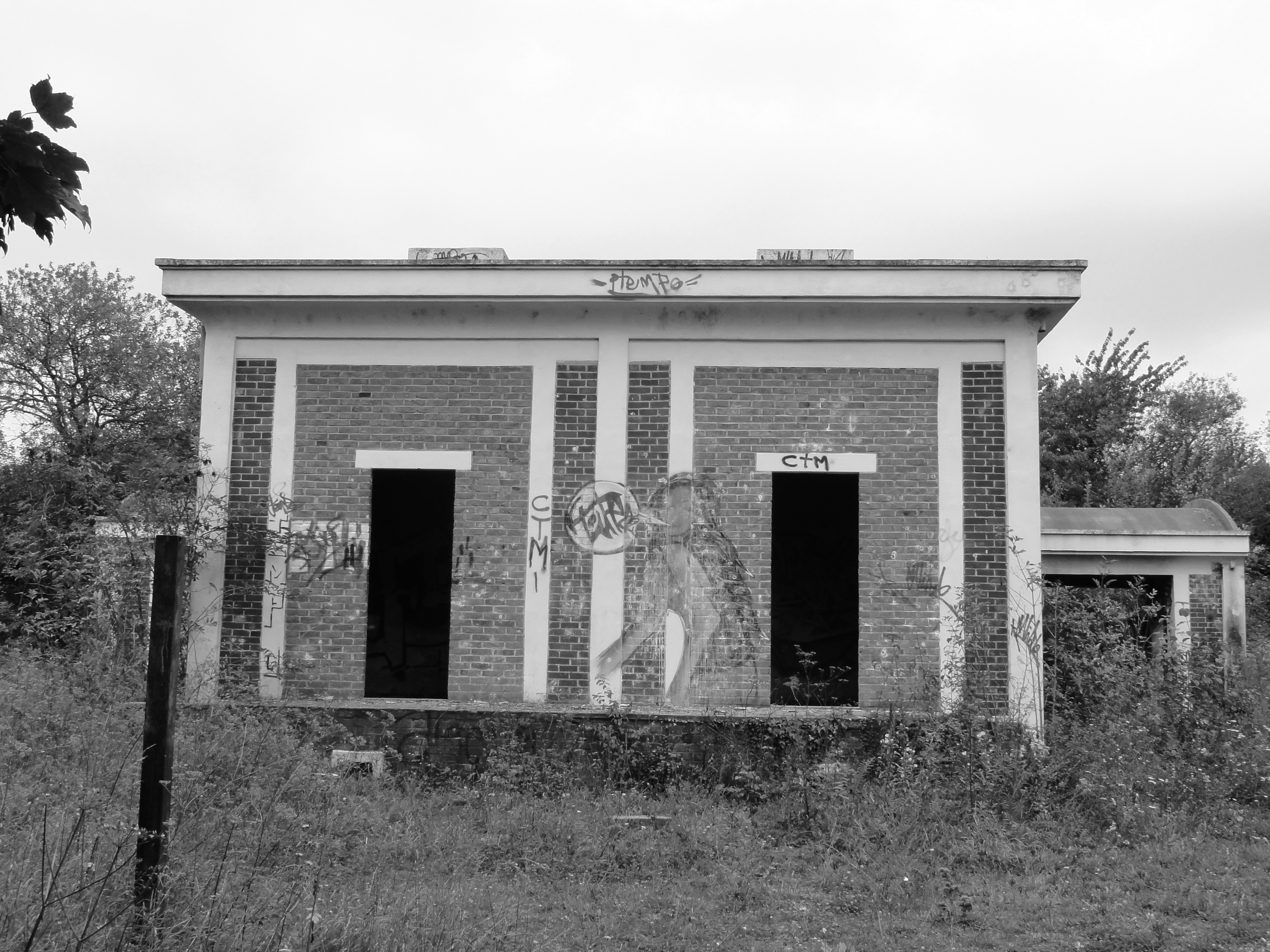
La fosse no 13 bis.
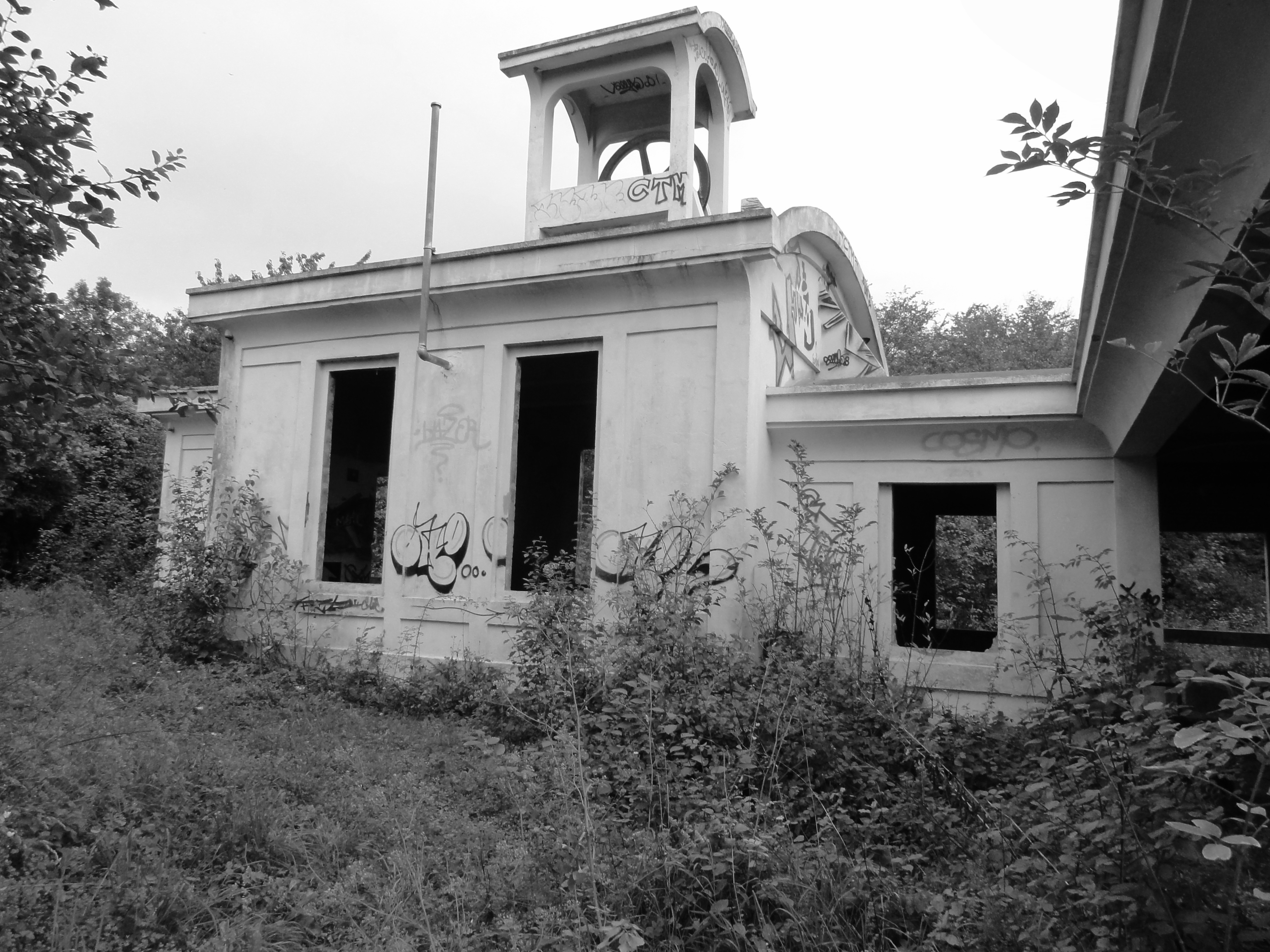
La fosse no 13 bis.
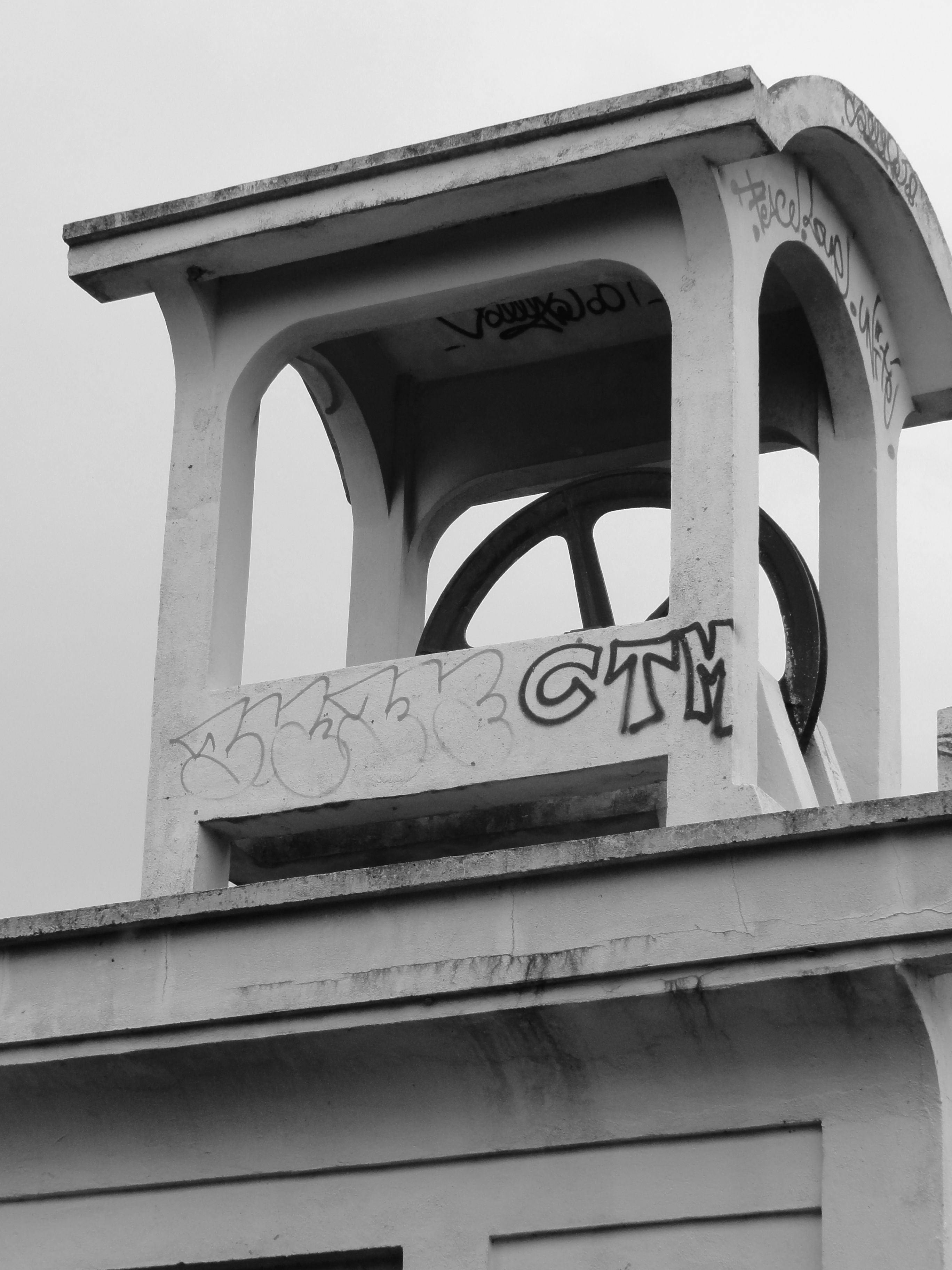
La fosse no 13 bis.
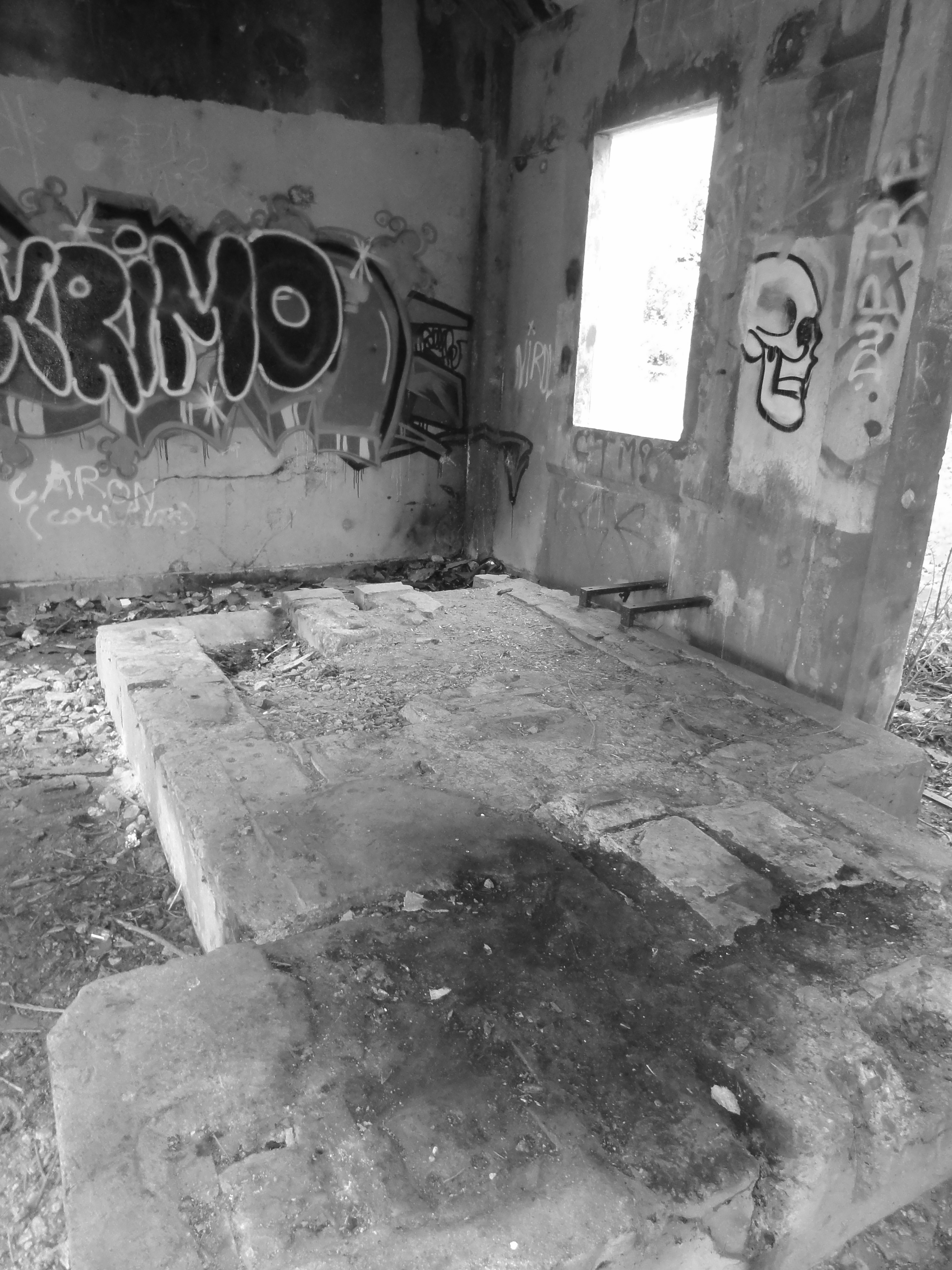
La fosse no 13 bis.
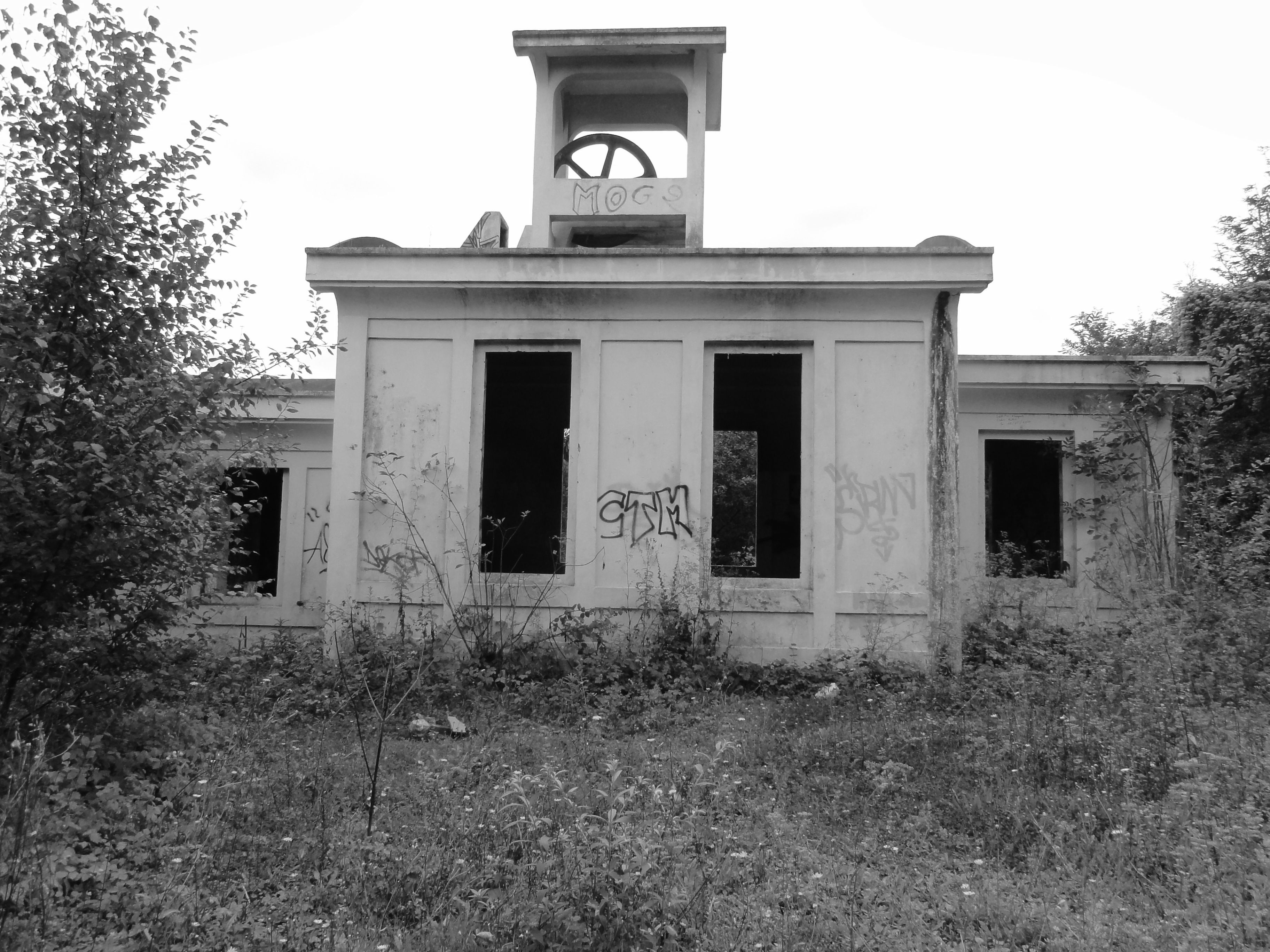
La fosse no 13 bis.

### Siteno63
Le site no 63 est sans doute le plus riche en matière d'éléments. Il regroupe plusieurs zones reliées entre elles par des cavaliers miniers, dont un d'Auchy-les-Mines (près de l'ancienne gare d'Auchy-les-Mines) à Haisnes, un de Haisnes à Douvrin, un de Douvrin (près de l'ancienne gare de Douvrin) à Hulluch, et enfin, un de Wingles à Loos-en-Gohelle, en passant par Vendin-le-Vieil et Lens. Les secteurs sont parfois distants les uns des autres de plusieurs kilomètres. Elle comprend :
- La fosse no 6 des mines de Lens à Haisnes.
- La cité pavillonnaire Saint-Élie à Haisnes et Hulluch, liée à l'exploitation de la fosse no 13 des mines de Lens.
- La cité pavillonnaire no 12, l'église Saint-Édouard, son presbytère, le groupe scolaire, avec le logement du directeur, le monument aux morts de la Compagnie de Lens, la cité moderne n° 12 bis, à Lens, la fosse no 12 des mines de Lens, la maison de l'ingénieur à Loos-en-Gohelle.
- La cité de corons no 1, près de la fosse no 1 des mines de Lens à Lens.
- La cité pavillonnaire des Provinces, son presbytère, son groupe scolaire, avec la maison du directeur et la maison des sœurs, à Lens, la cité pavillonnaire Saint-Albert à Liévin et Loos-en-Gohelle, l'école de cette cité à Liévin, la cité pavillonnaire no 11, la maison d'ingénieur dans cette cité, la fosse no 11 - 19 des mines de Lens, les terrils nos 74, 74A et 74B, respectivement dénommés 11 - 19 de Lens Est[T 38], 11 - 19 de Lens Ouest[T 39] et 11 - 19 de Lens Nouveau[T 40], à Loos-en-Gohelle.
- La cité pavillonnaire no 9, dite cité Saint-Théodore, l'église Saint-Théodore, l'école, le logement de l'instituteur, la maison de l'ingénieur en chef, la cité pavillonnaire Jeanne-d'Arc, éléments liés à l'exploitation de la fosse no 9 des mines de Lens à Lens.
- Les étangs d'affaissement minier de Wingles avec, par extension, les terrils plats nos 70, 70A, 70B, 70C1+C2 et 70D de la fosse nos 3 - 4 des mines de Meurchin.

Fin juillet 2012, un coron de vingt-six logements, long de cent-trente-et-un mètres a été détruit dans les cités de la fosse no 12, malgré le fait qu'il était voisin des écoles, et lui-même classé à l'Unesco[réf. nécessaire].

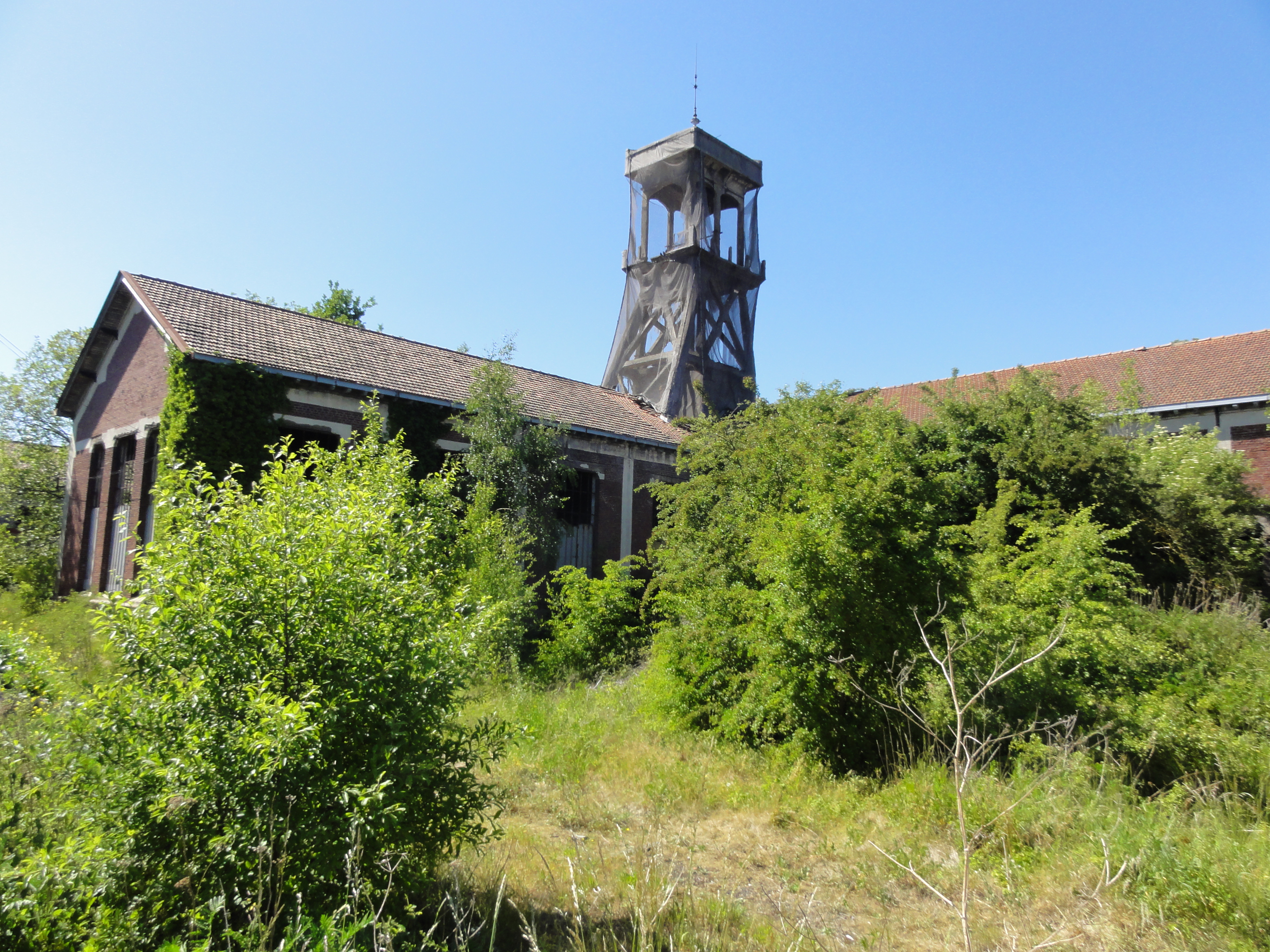
La fosse no 6.
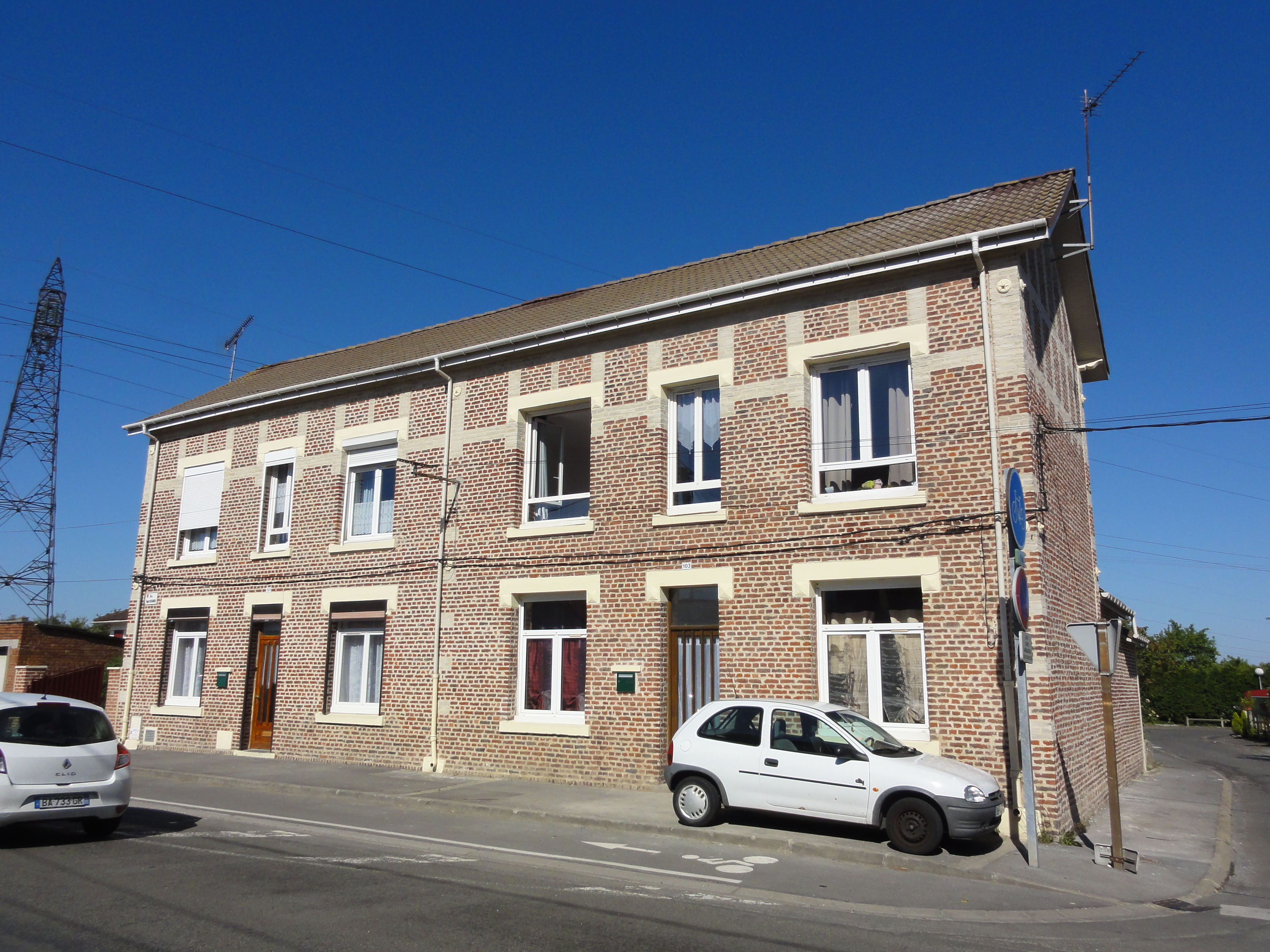
La cité Saint-Élie.
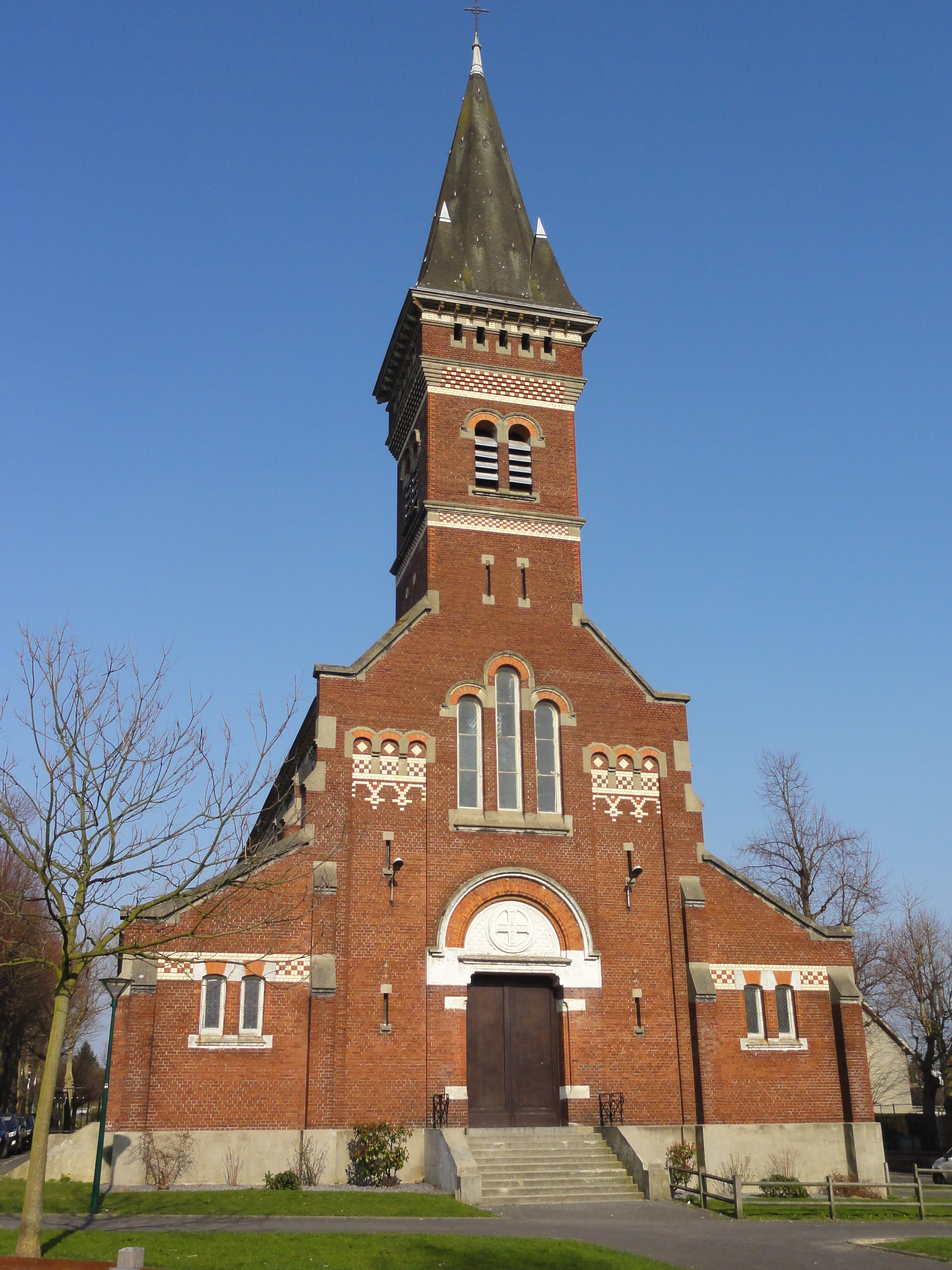
L'église Saint-Édouard.
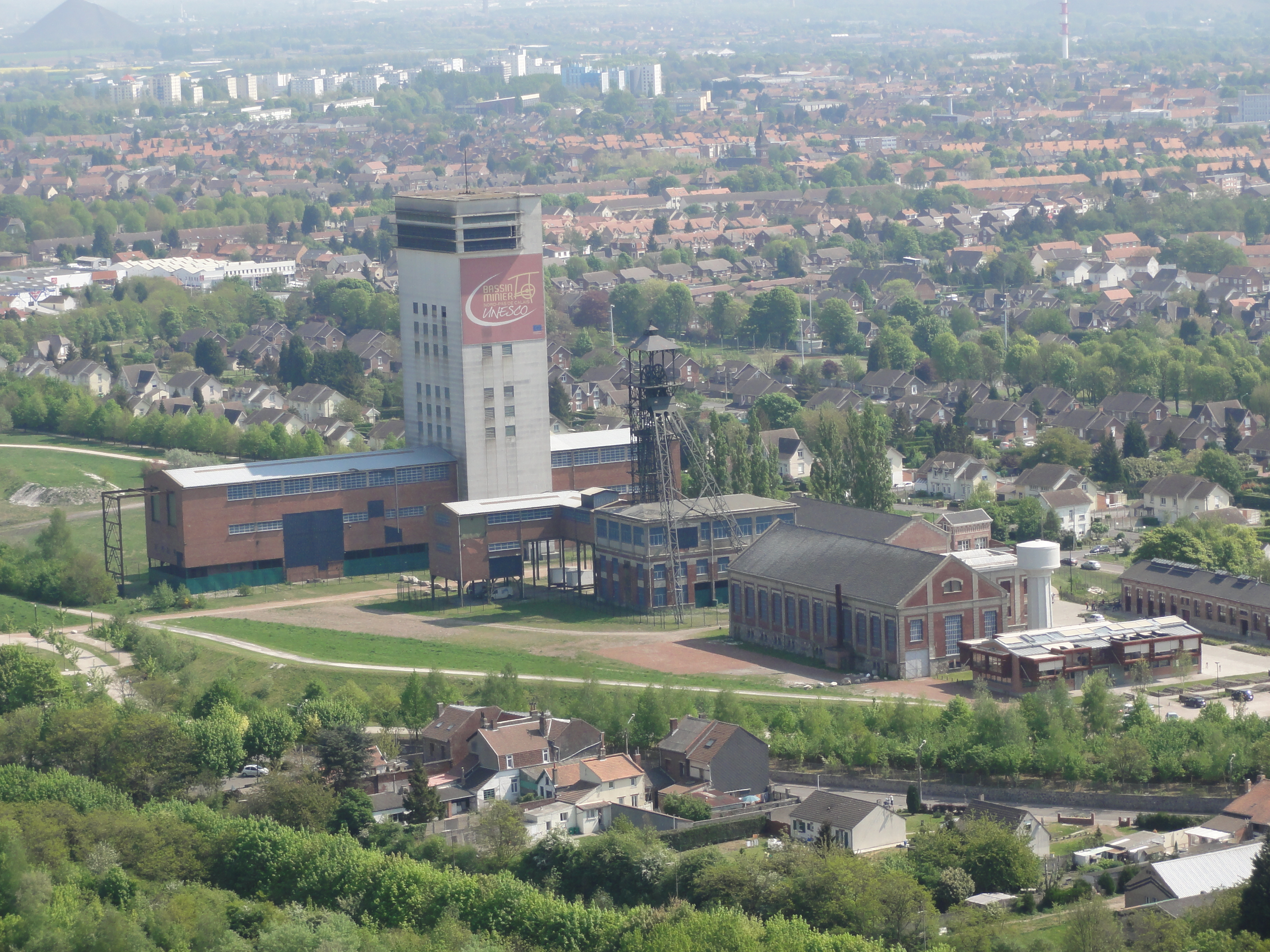
La fosse nos 11 - 19 et ses cités.
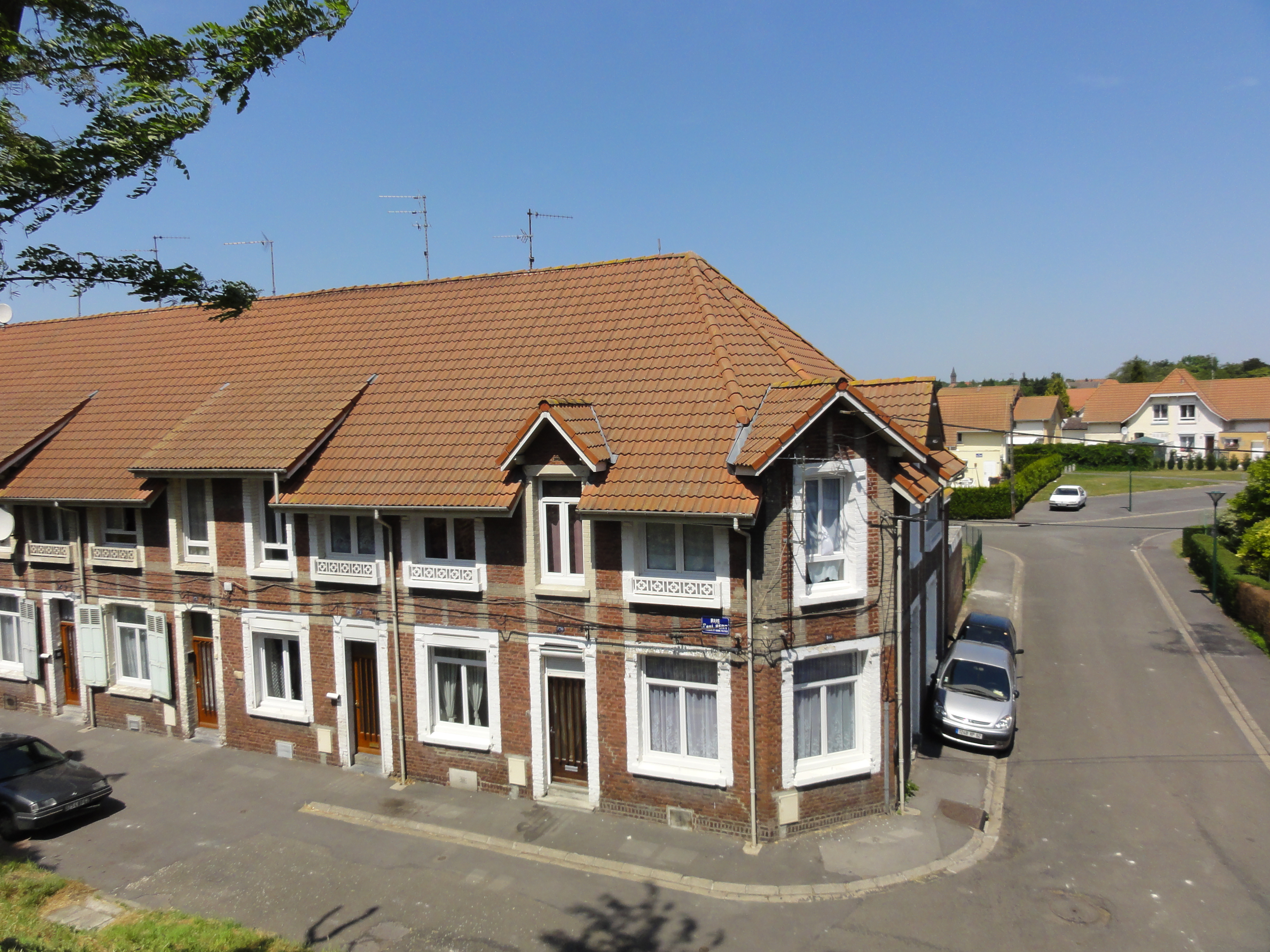
Un coron de la cité pavillonnaire no 9.
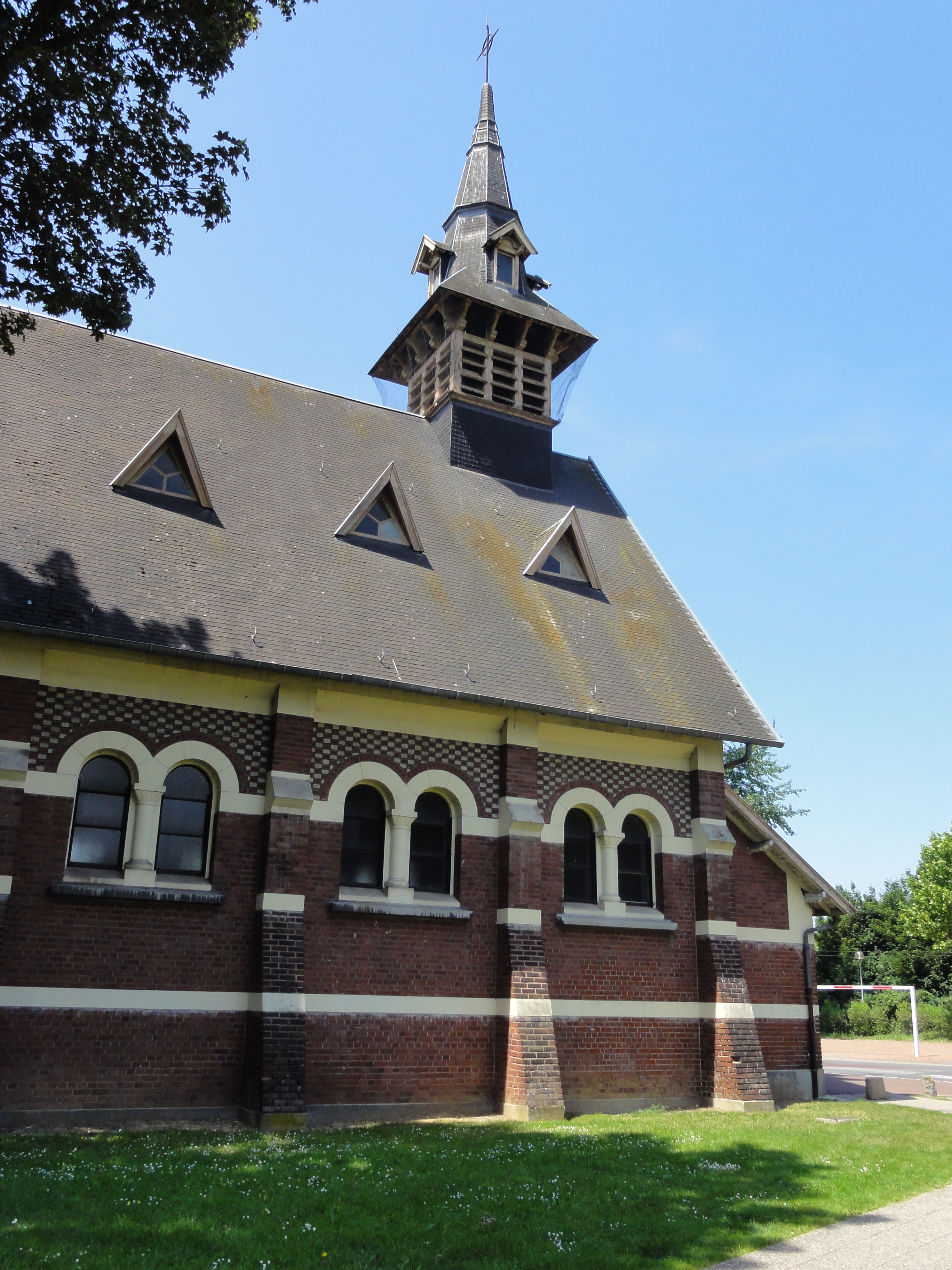
L'église Saint-Théodore.

### Siteno64
Le site no 64 est formé par les Grands Bureaux de la Compagnie des mines de Lens à Lens.

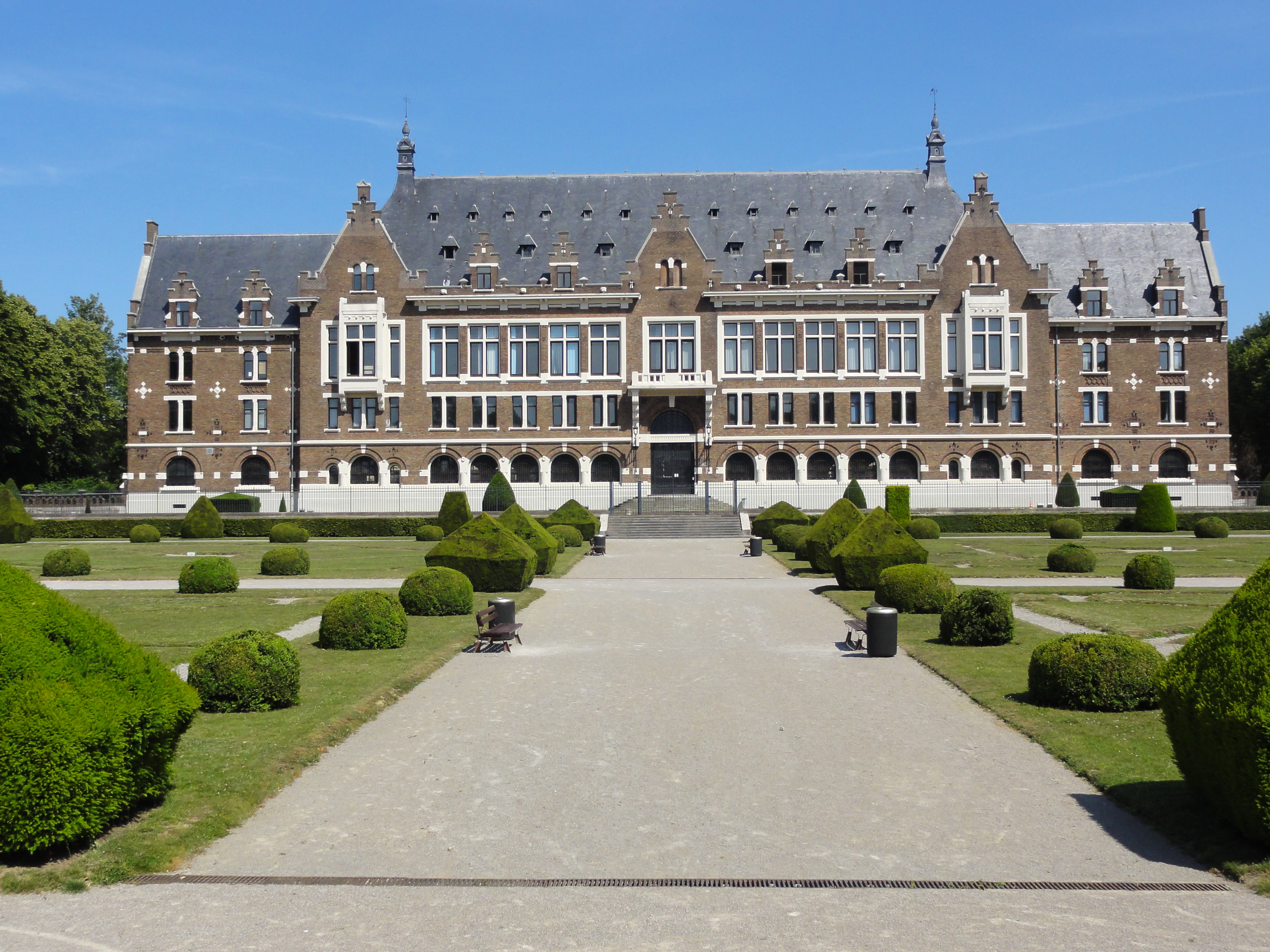
Les grands bureaux.
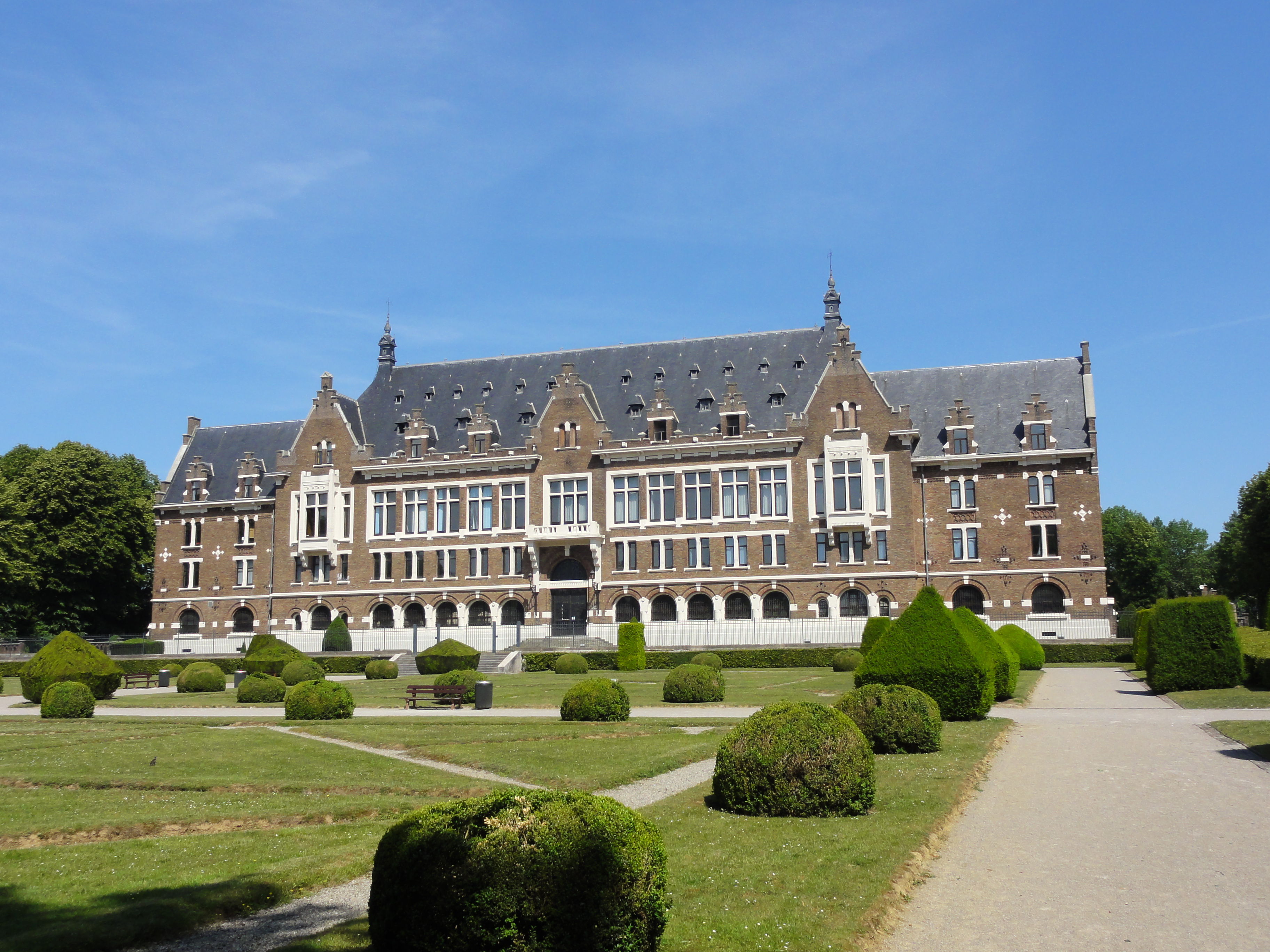
Les grands bureaux.
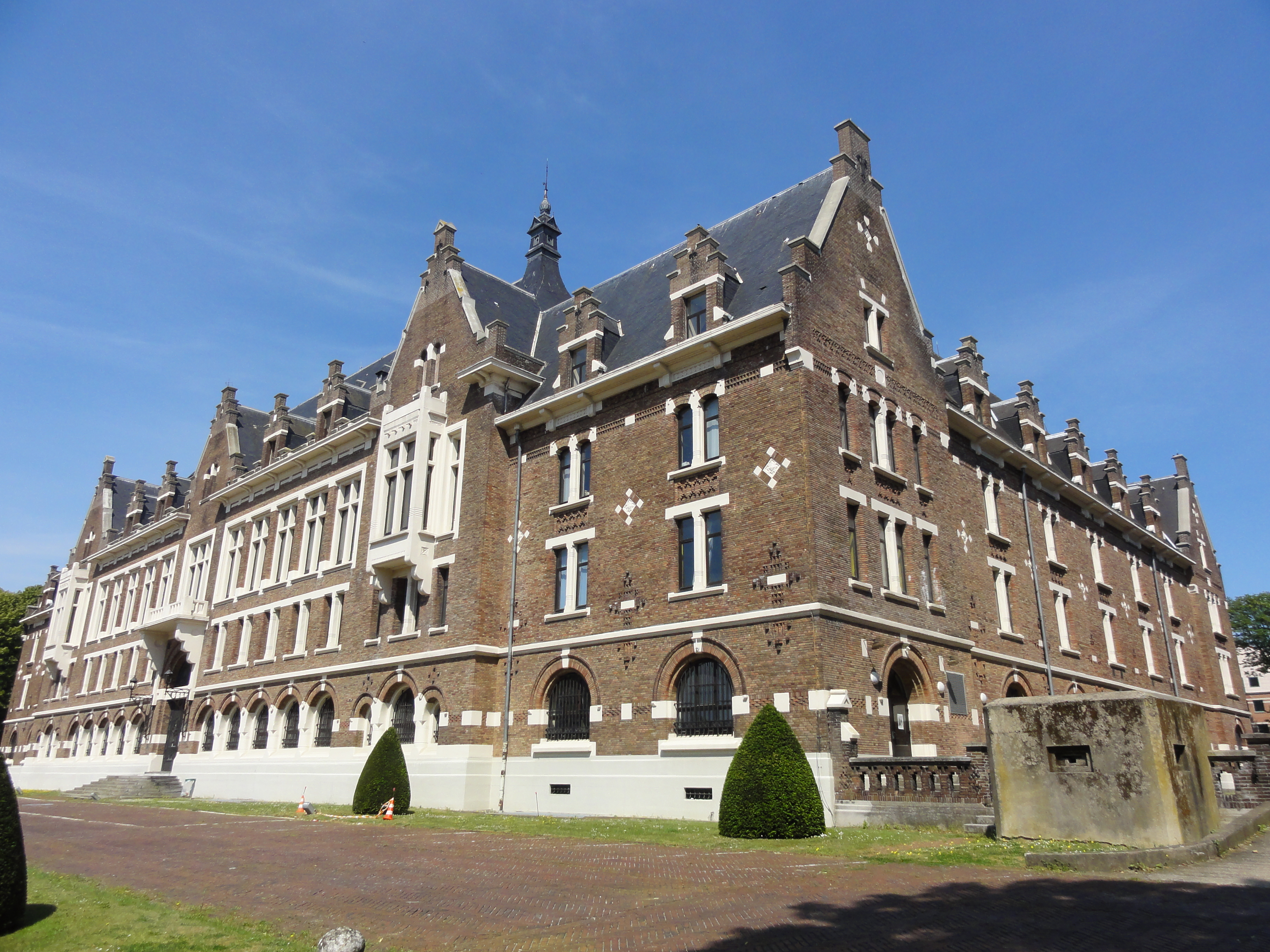
Les grands bureaux.
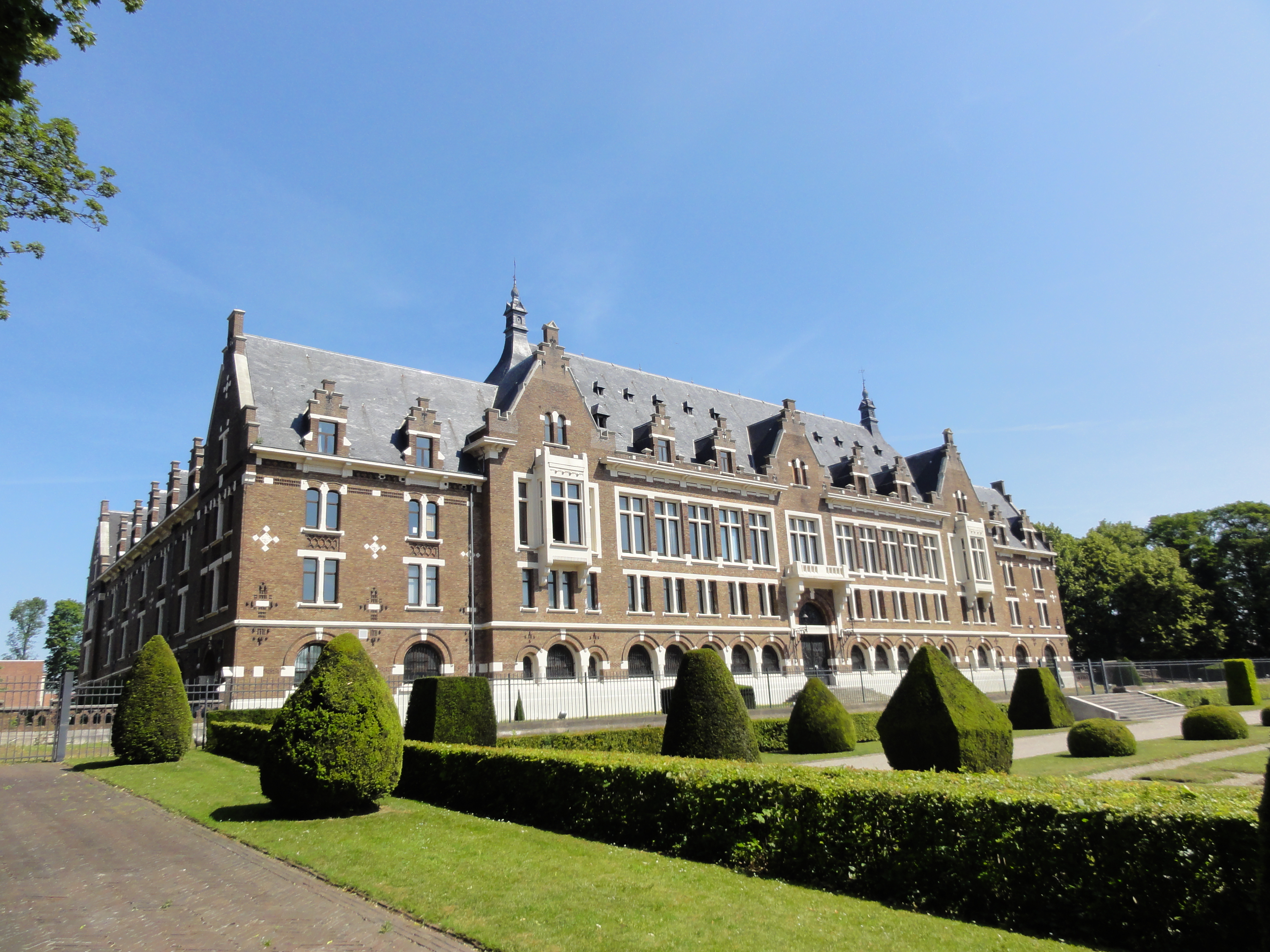
Les grands bureaux.
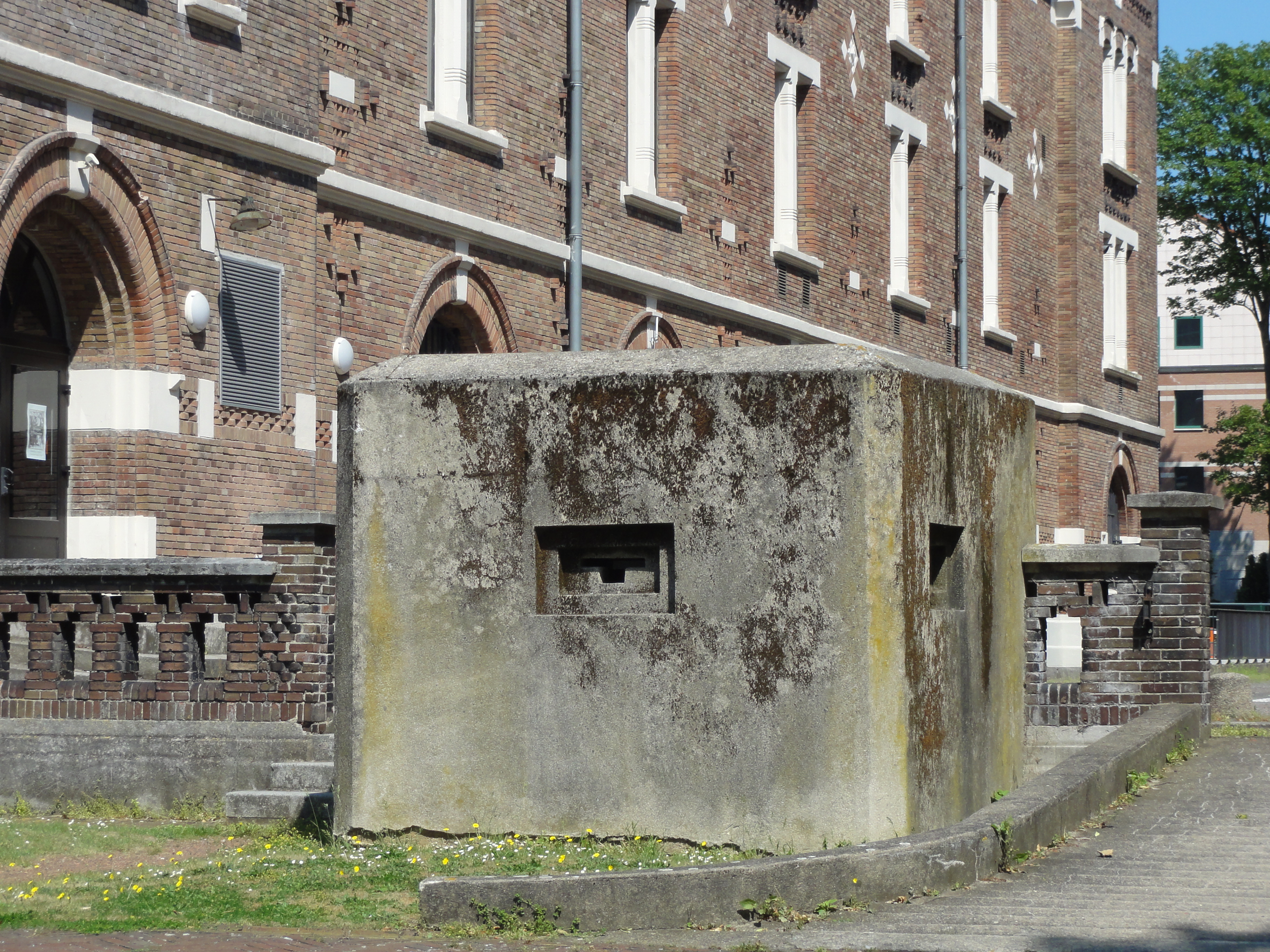
Le bunker
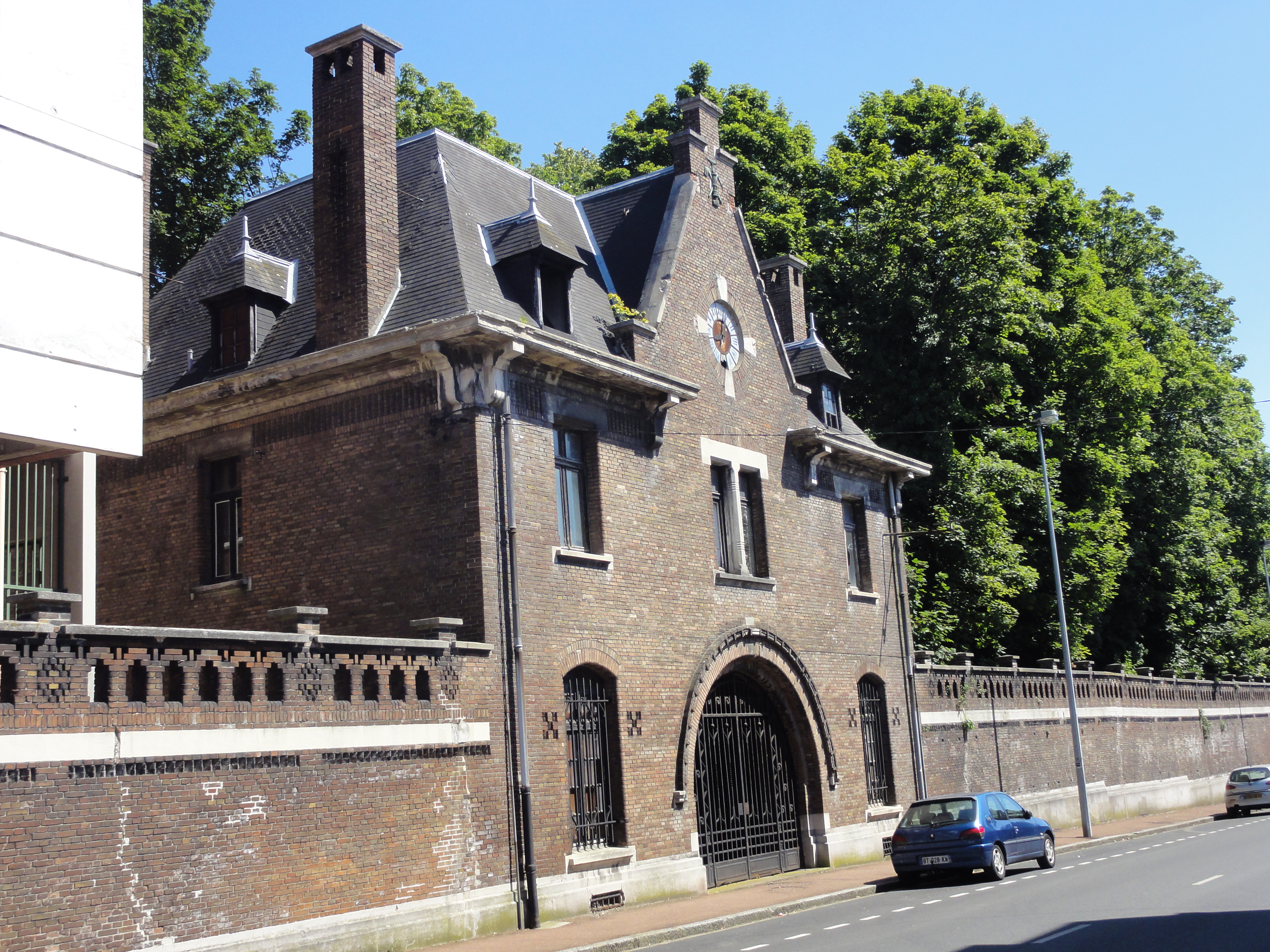
Le pavillon d'entrée.

### Siteno65
Le site no 65 est formé par la cité de corons no 2, construite pour les mineurs de la fosse no 2 - 2 bis des mines de Lens à Lens.

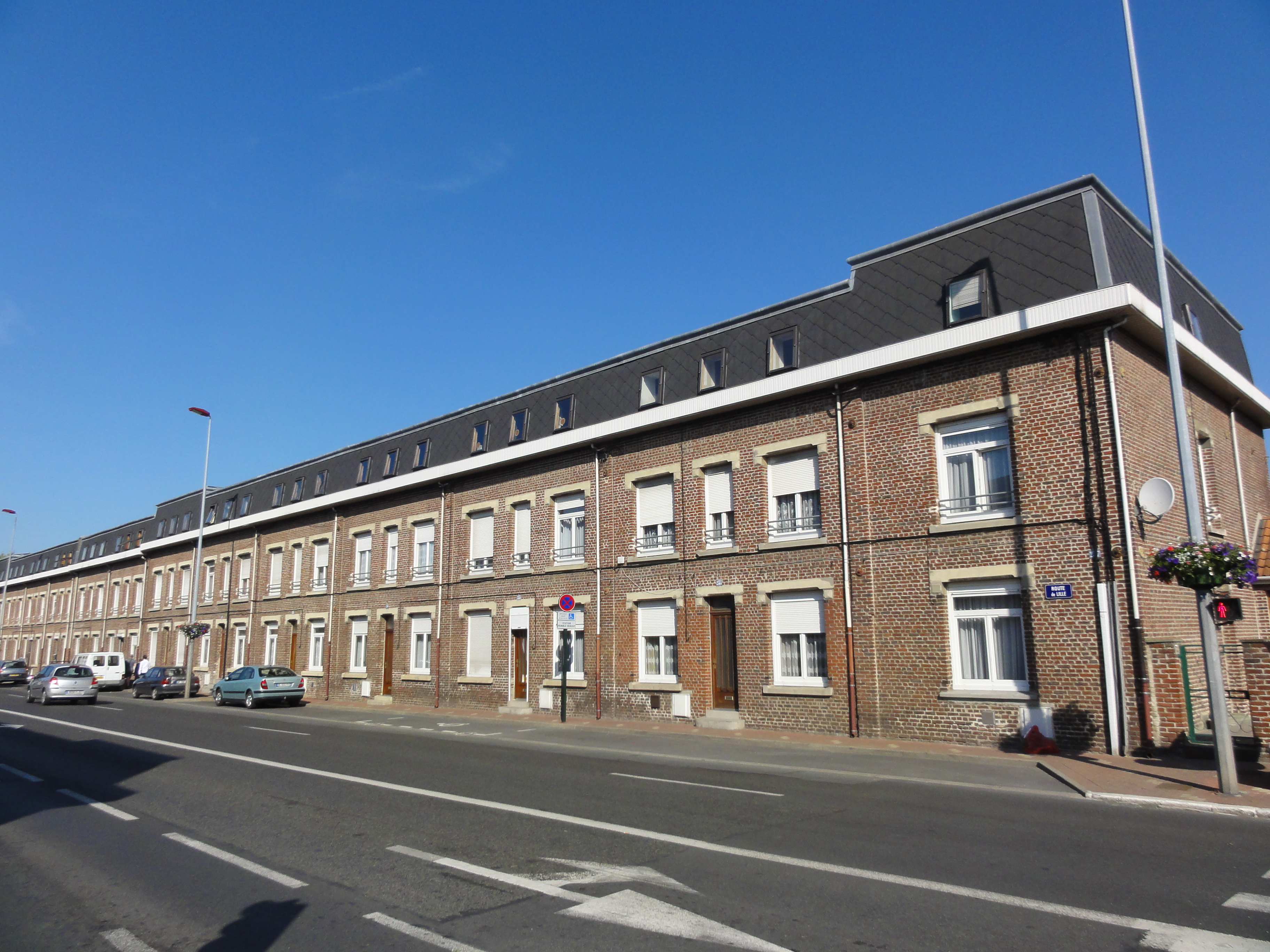
La cité de corons.
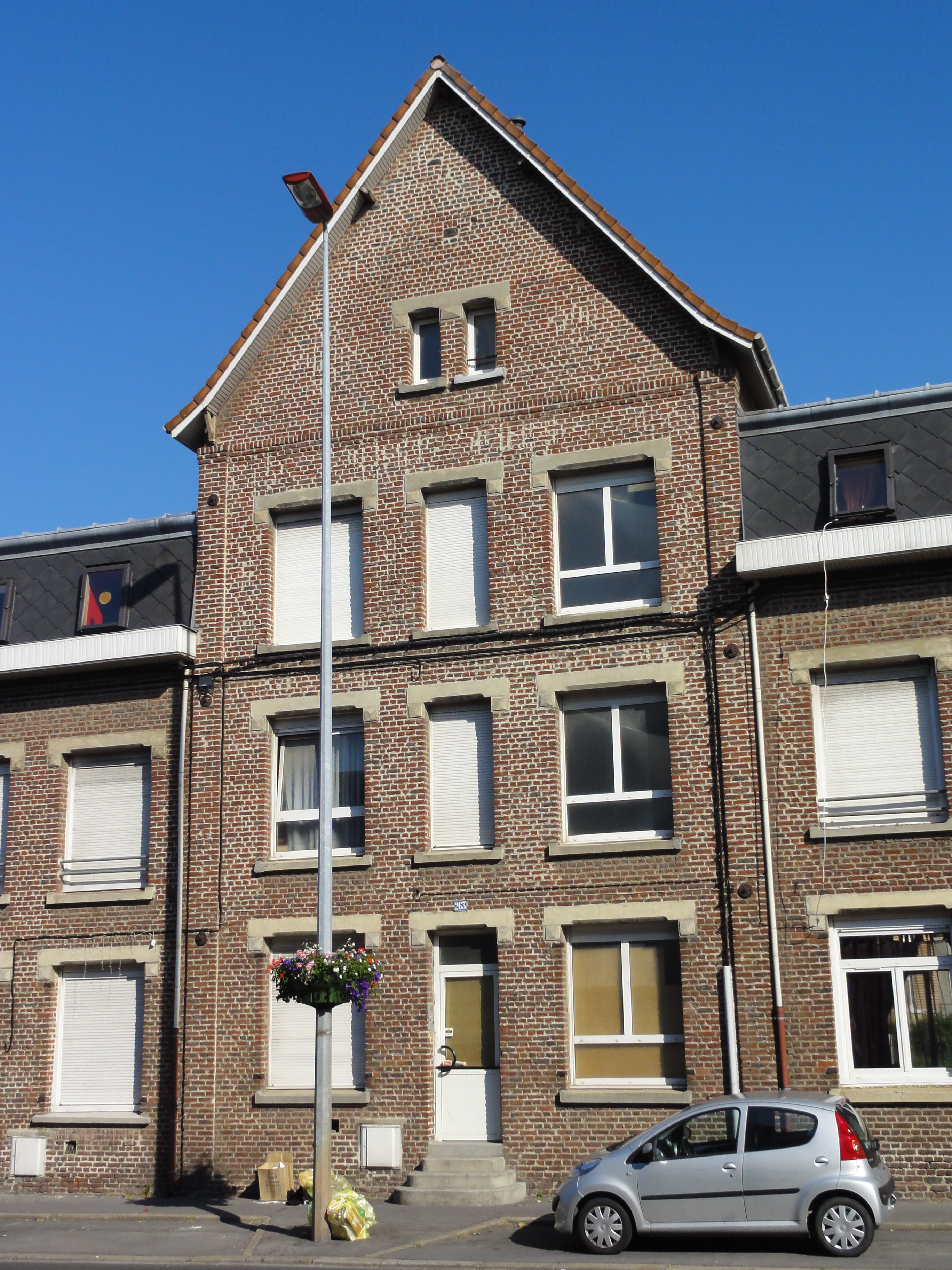
La cité de corons.
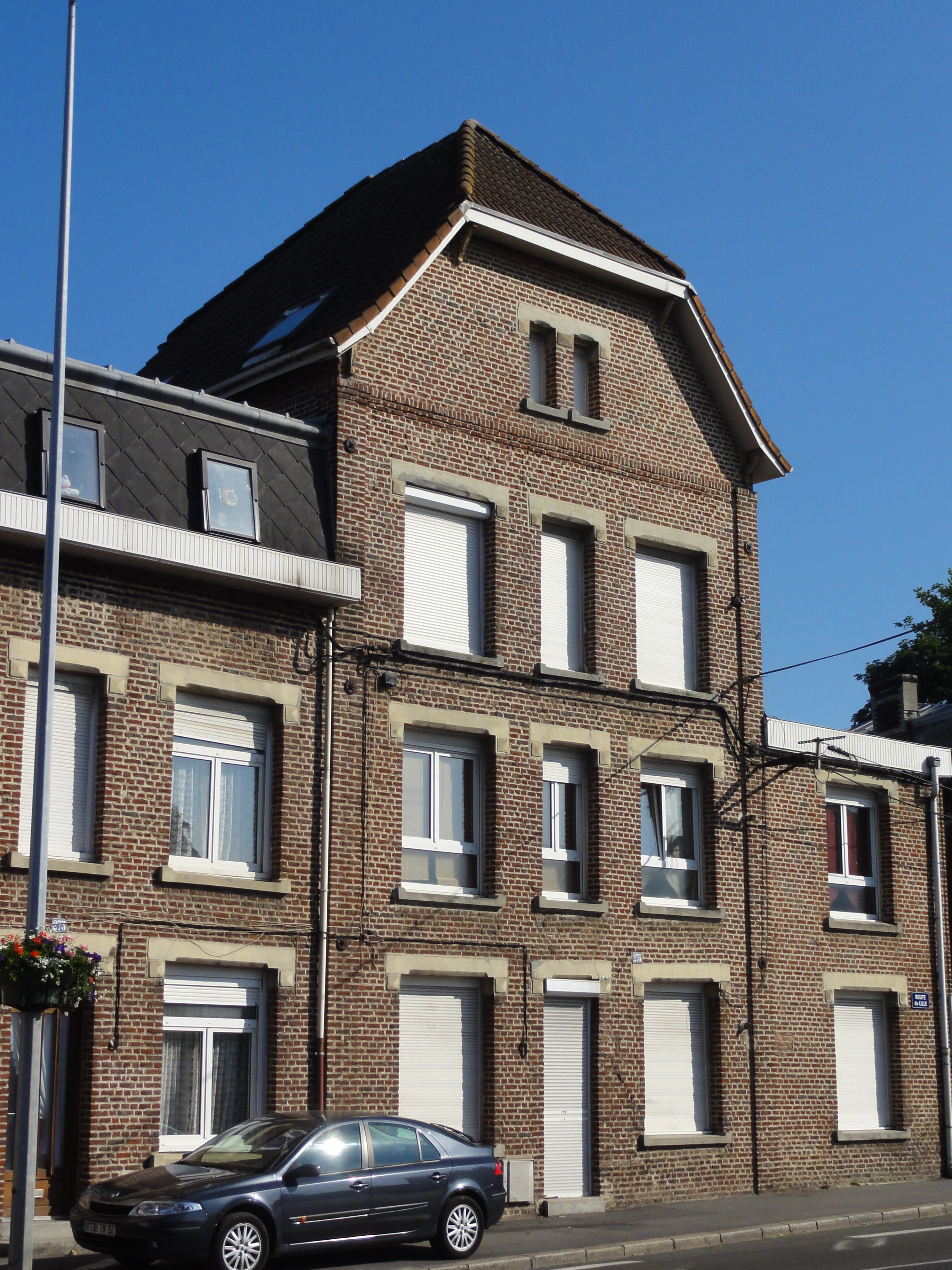
La cité de corons.
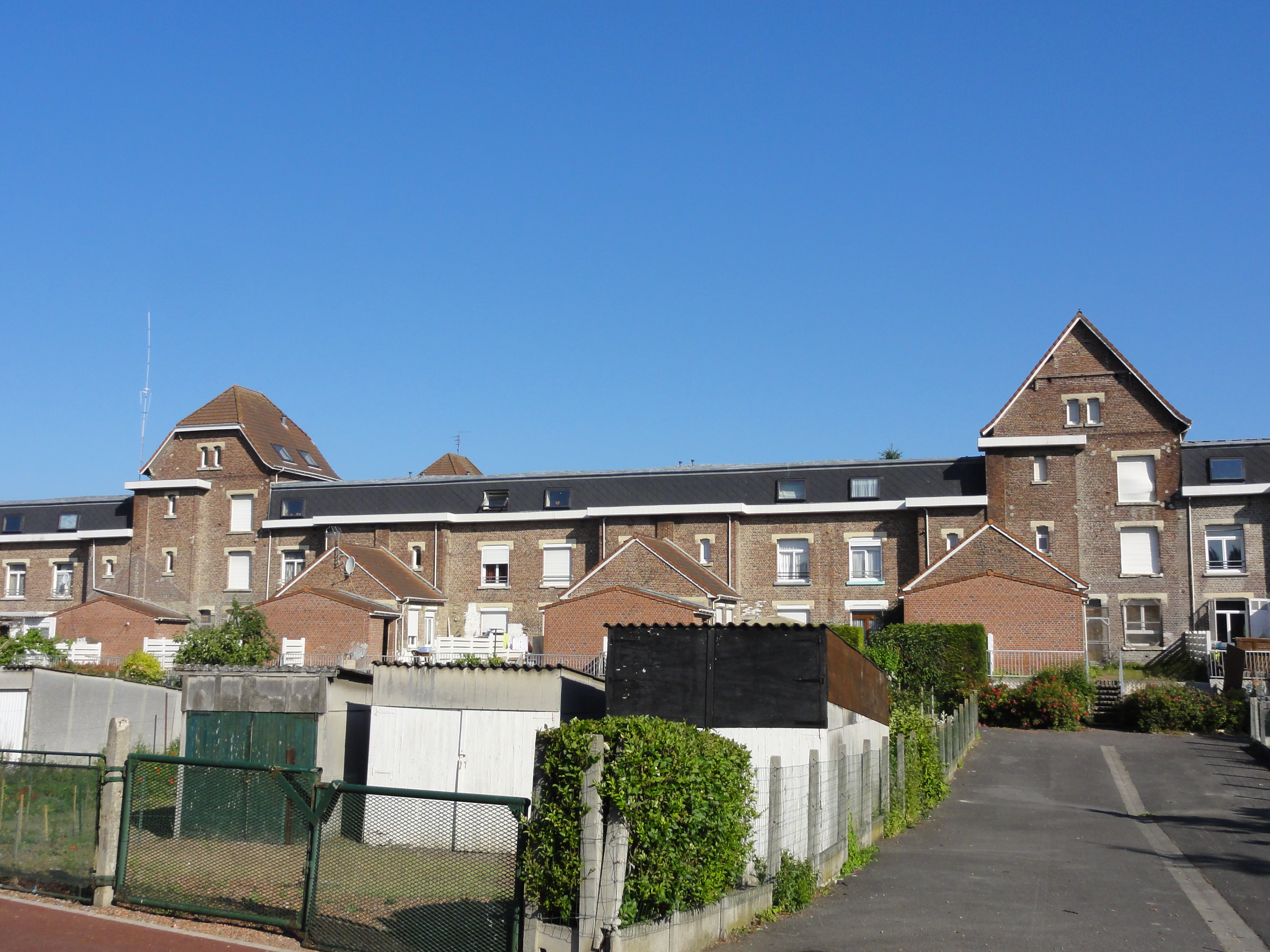
La cité de corons.
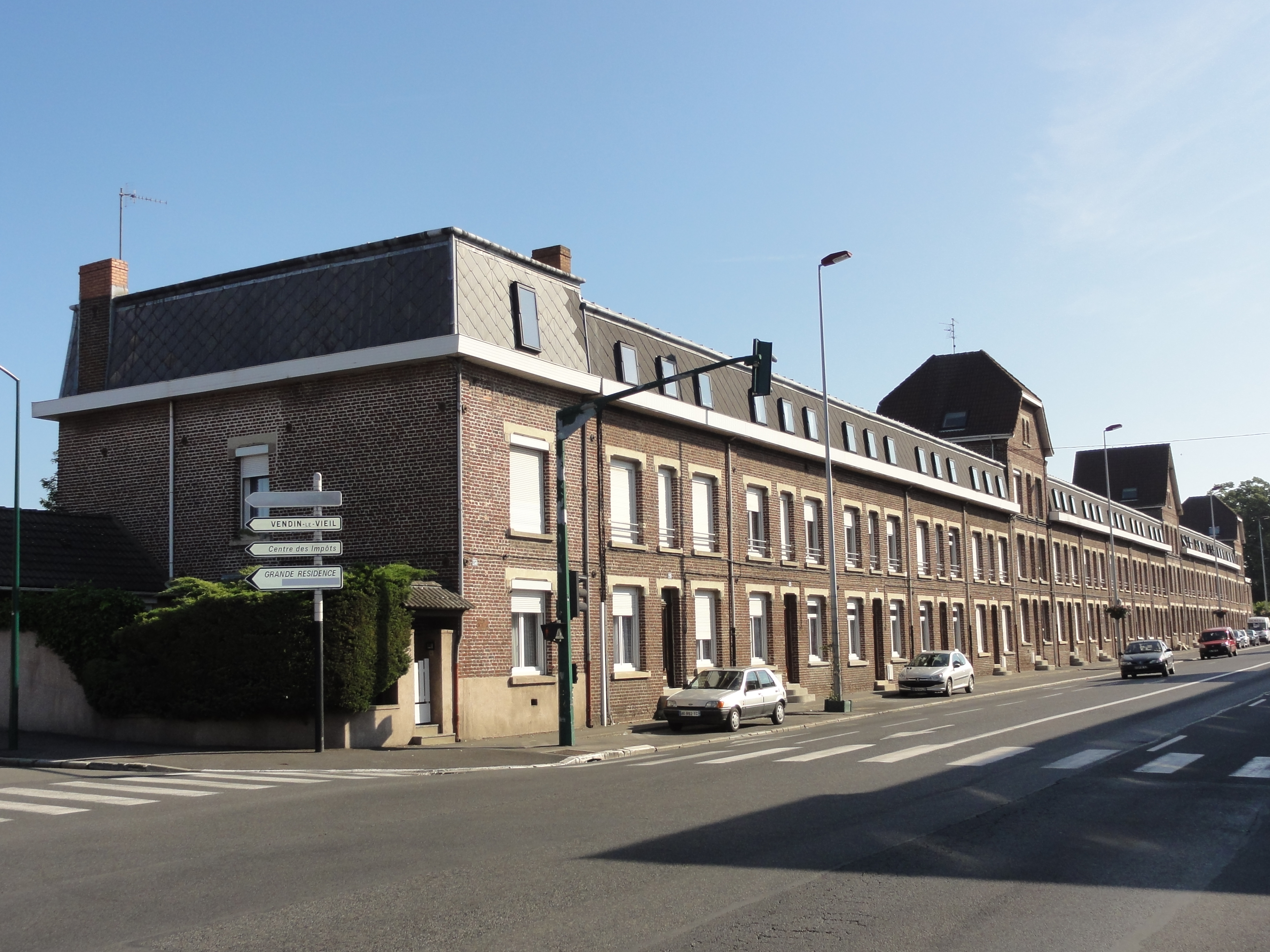
La cité de corons.
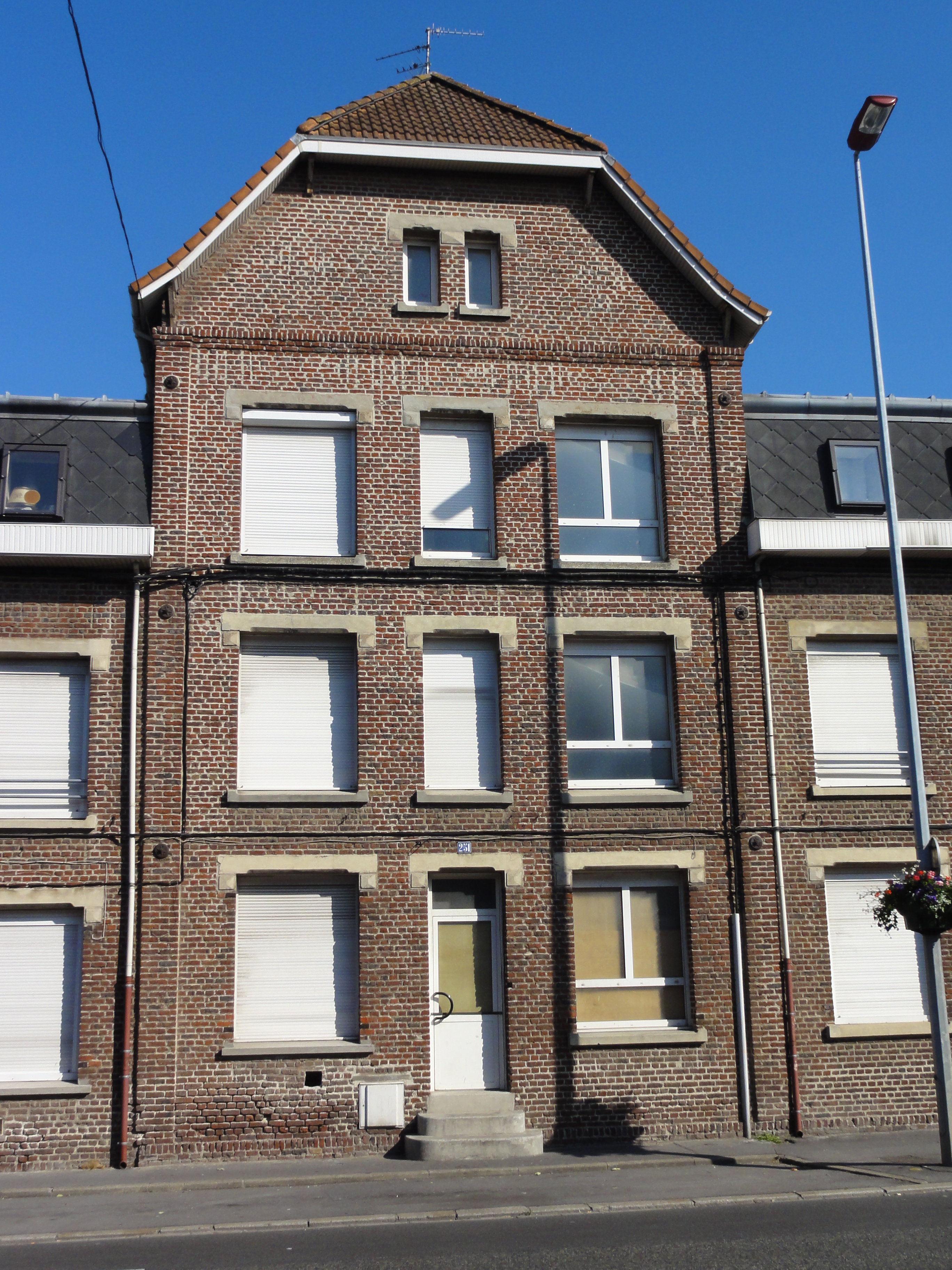
La cité de corons.

### Siteno66
Le site no 66 est formé par la Maison syndicale des mineurs, à Lens.

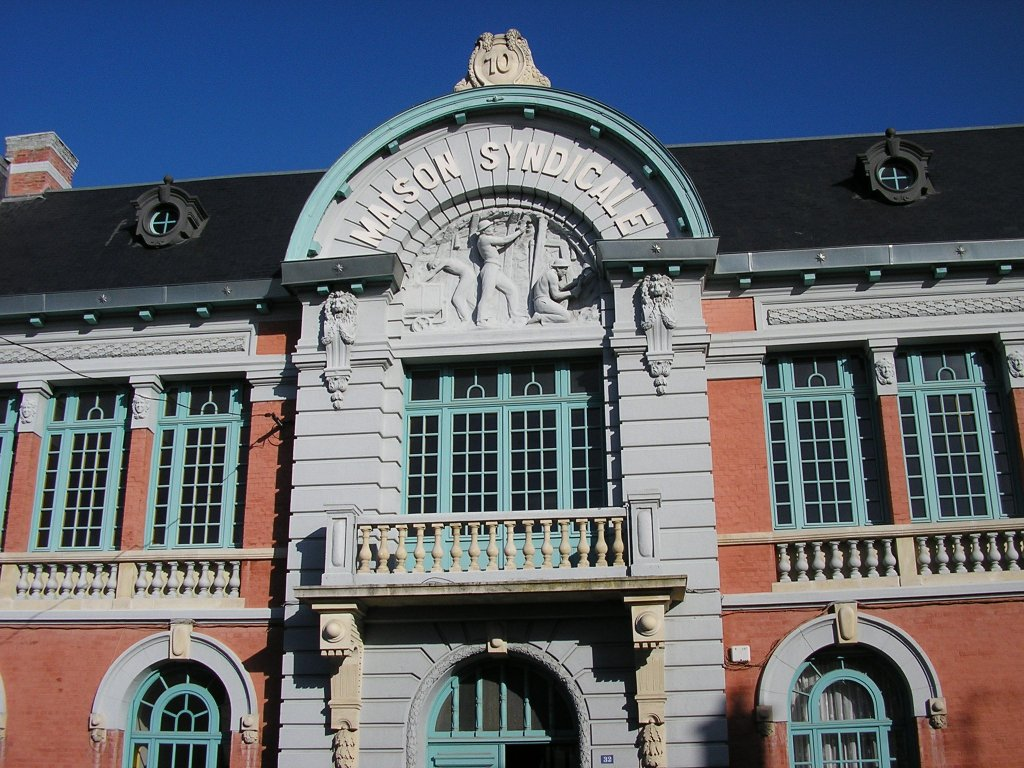
La maison syndicale en 2005.
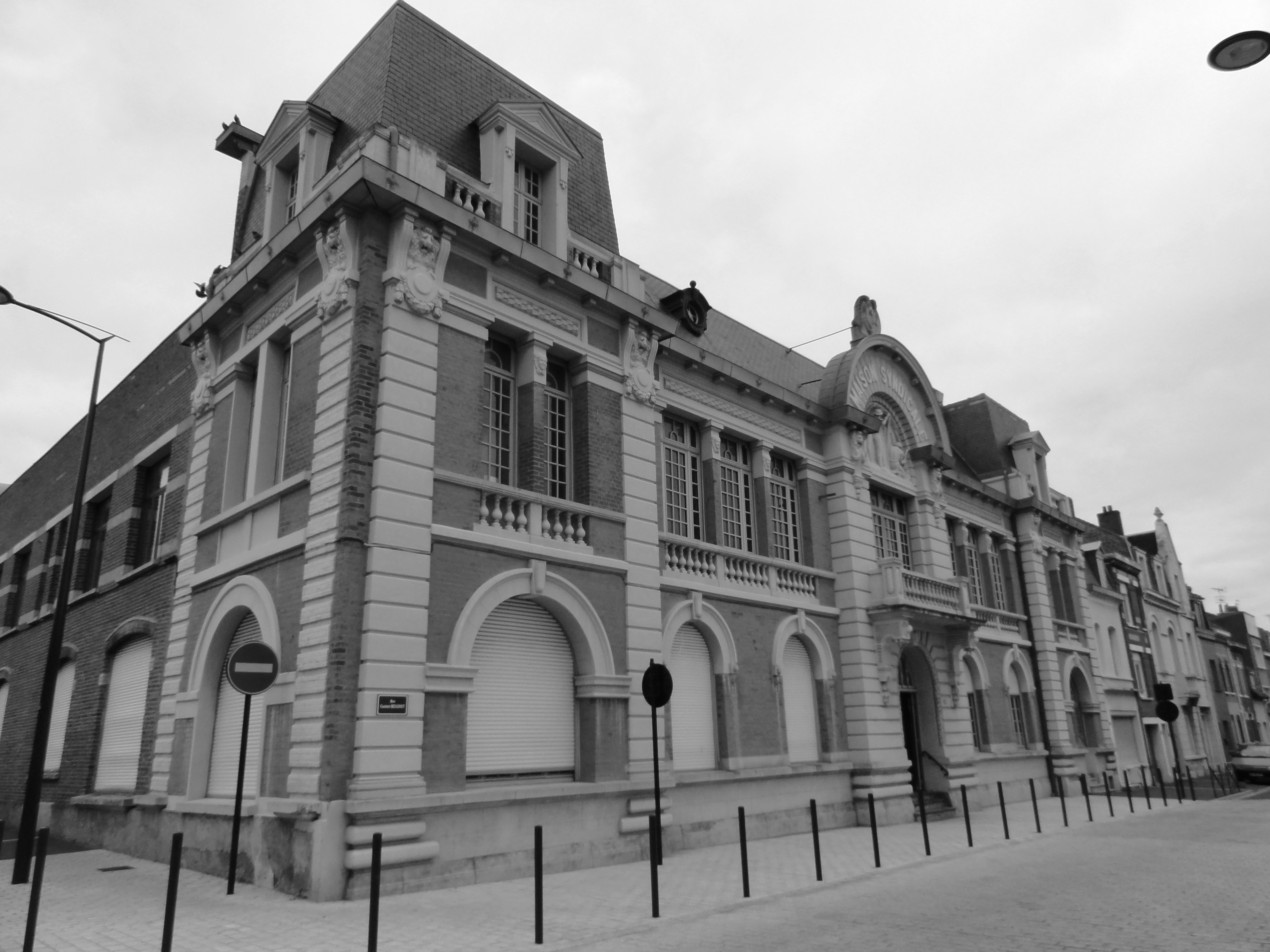
La maison syndicale en 2011.
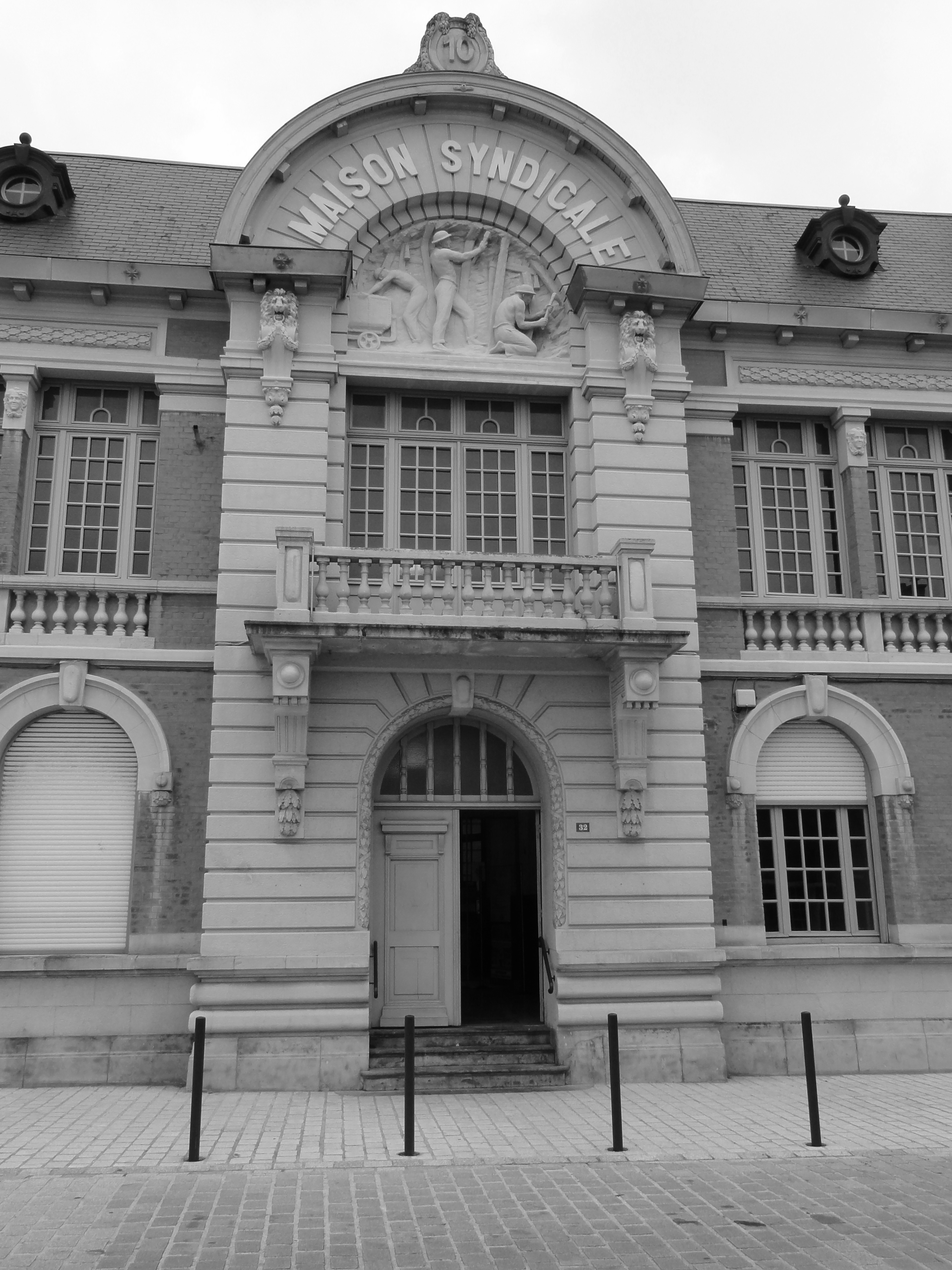
La maison syndicale.
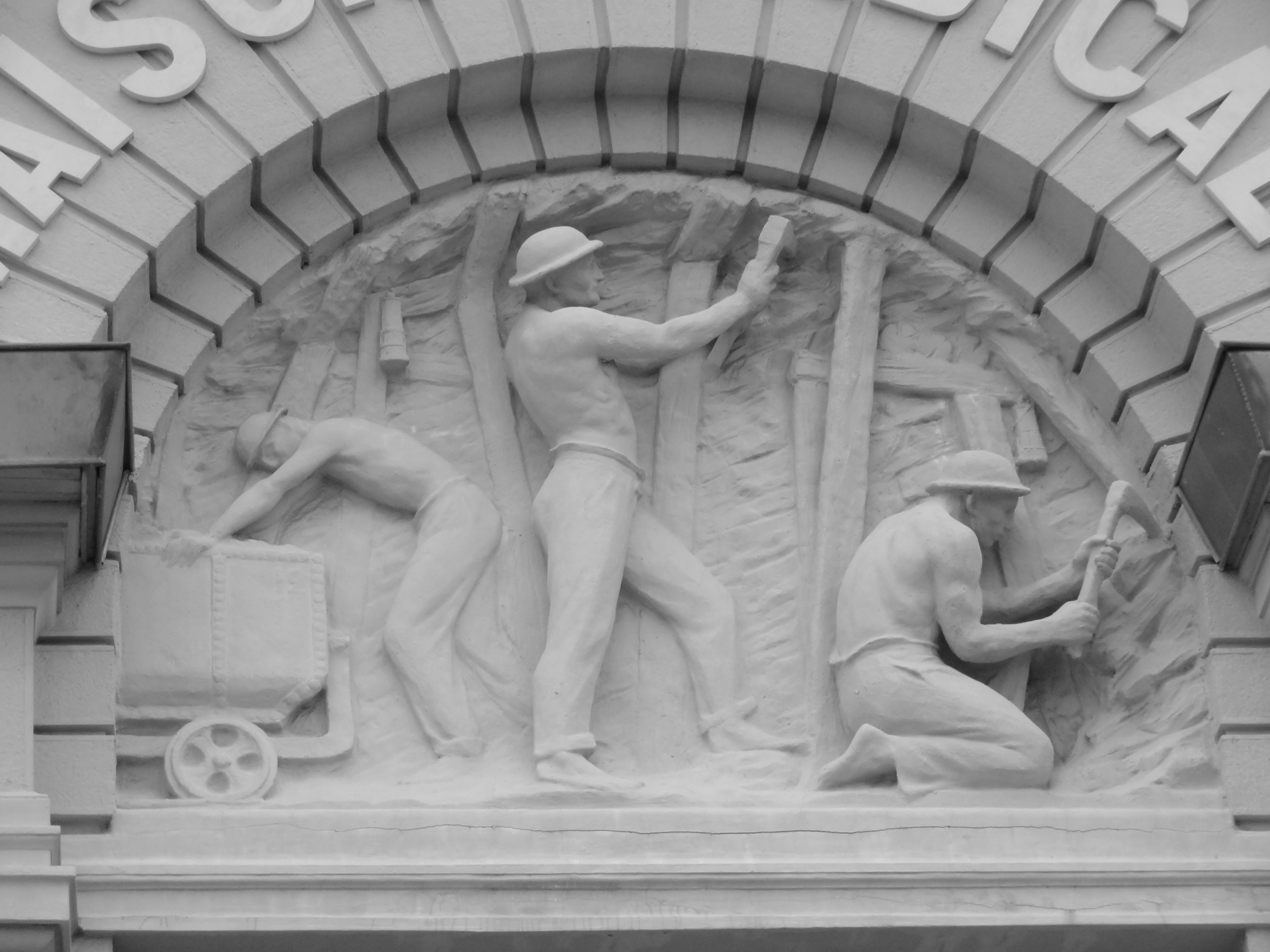
La maison syndicale.
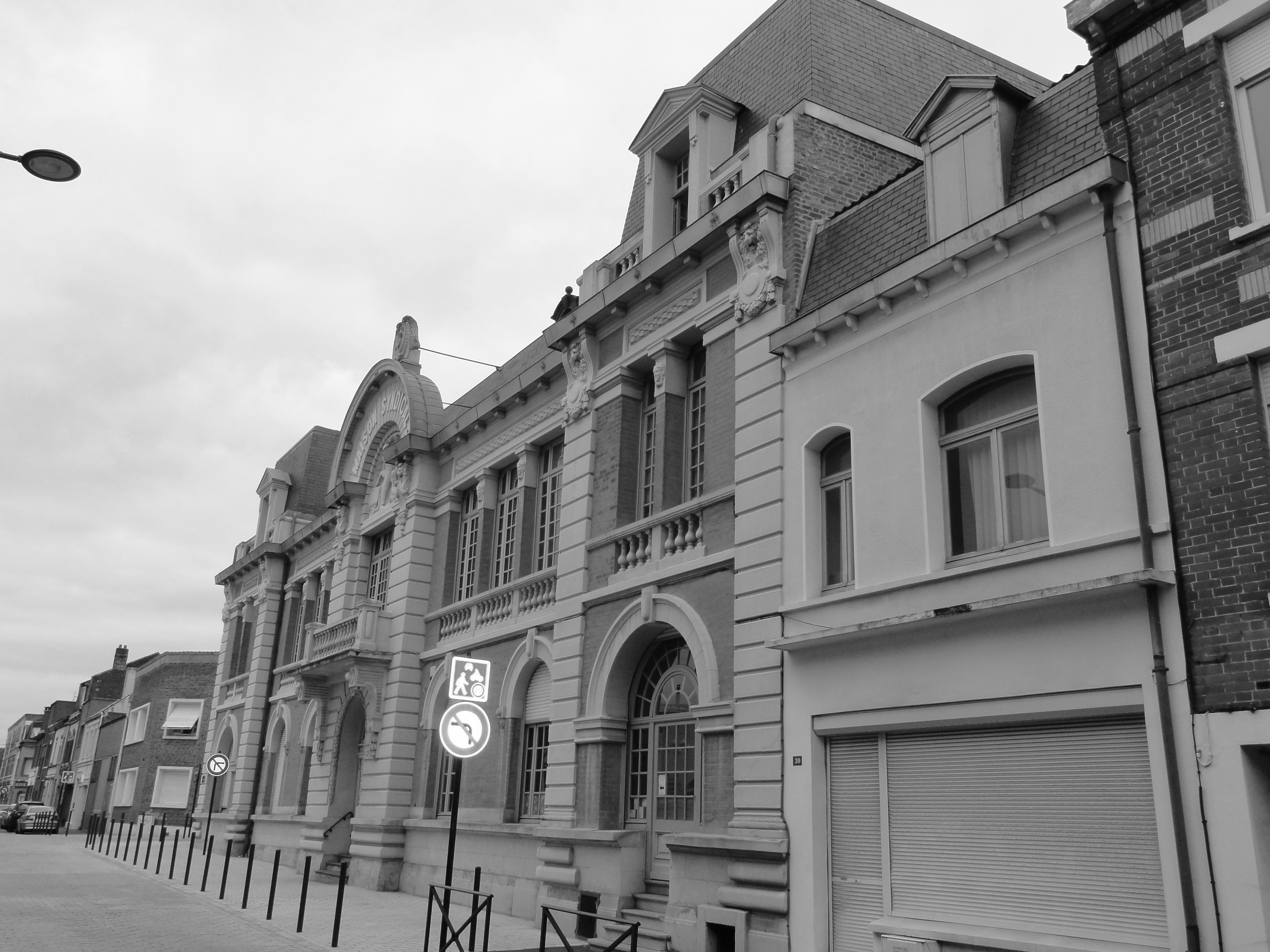
La maison syndicale.
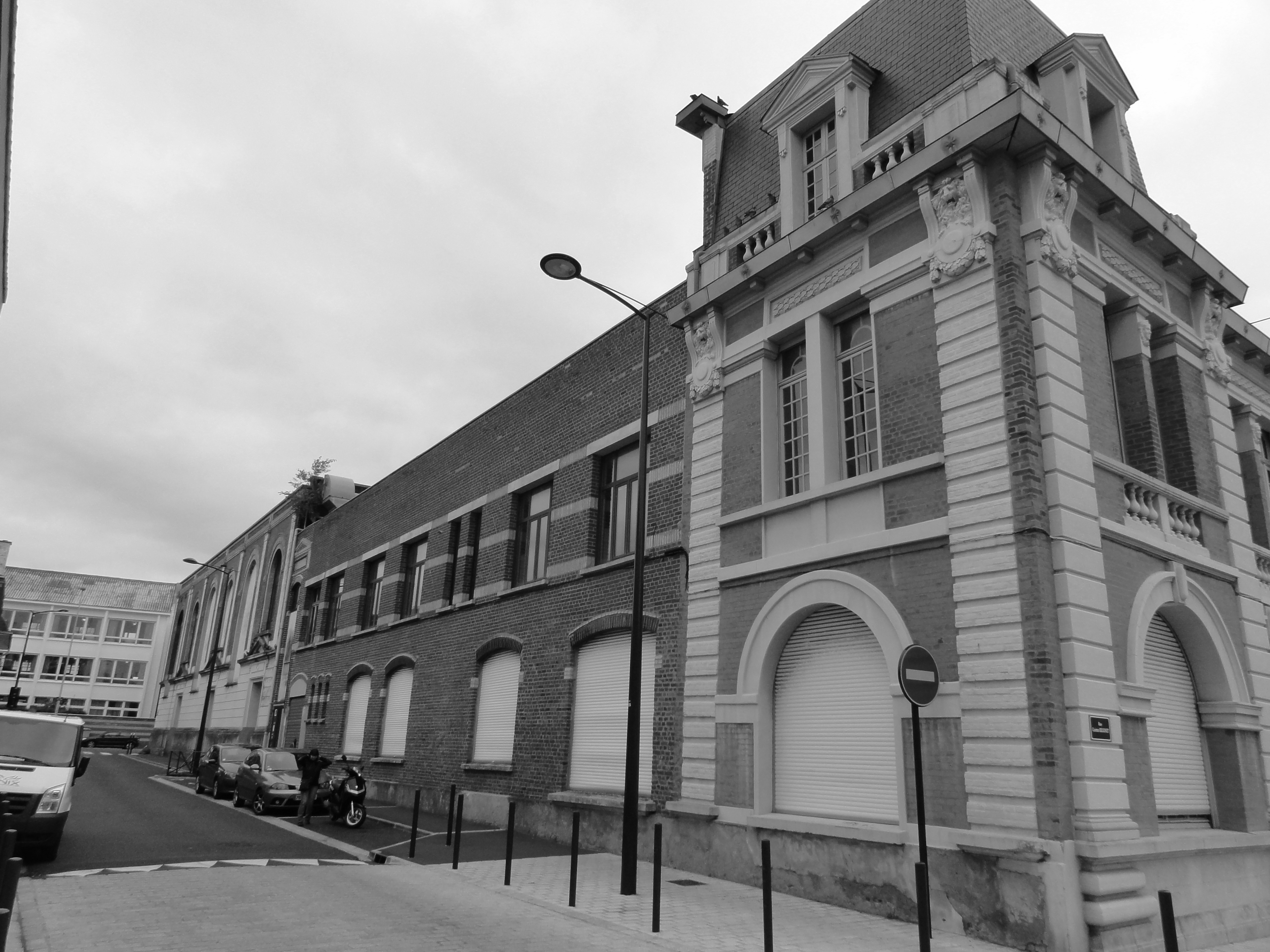
La maison syndicale.

### Siteno67
Le site no 67 est formé par le monument à Émile Basly à Lens.

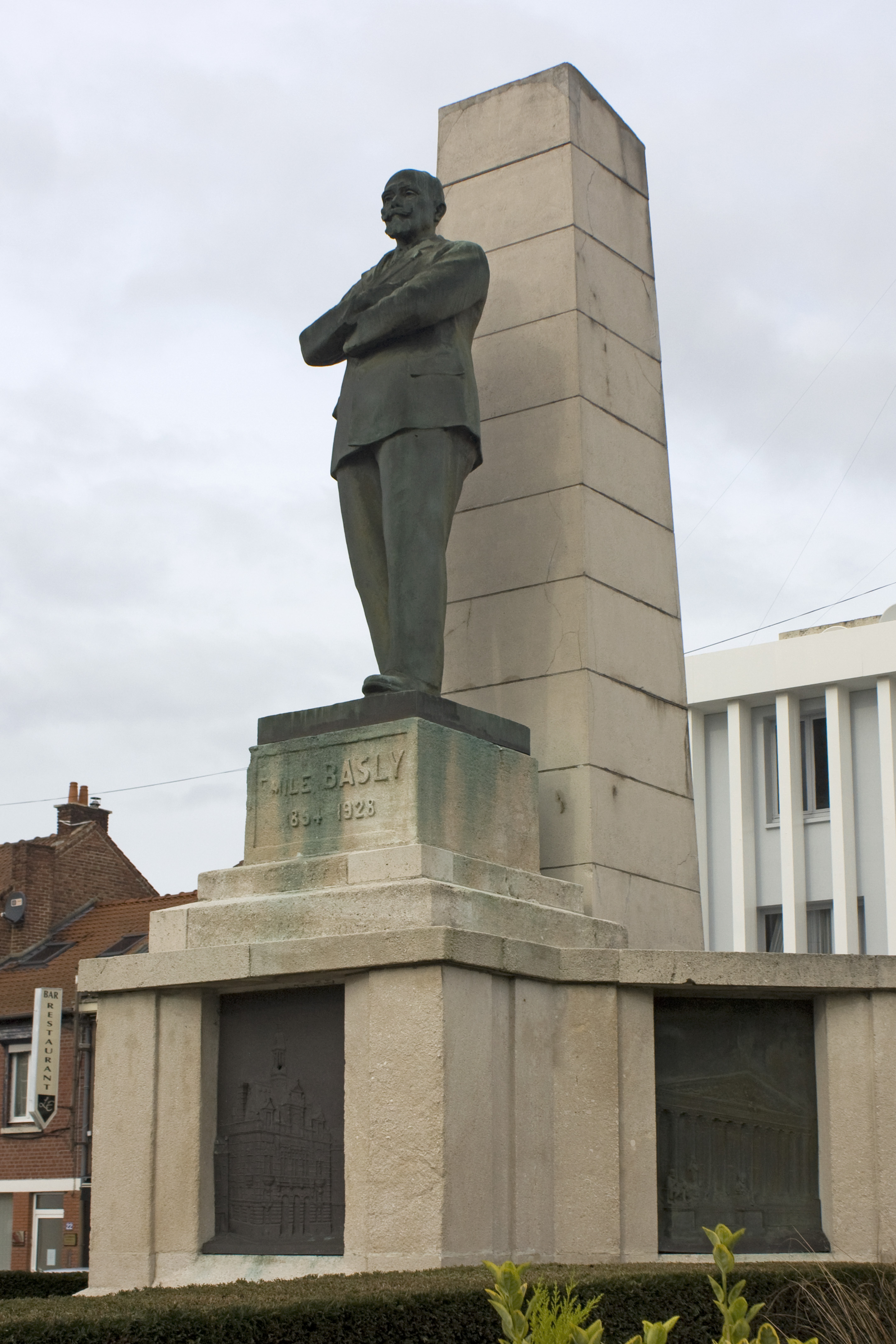
Monument à Émile Basly

### Siteno68
Le site no 68 est formé par la gare de Lens.

La gare de Lens.
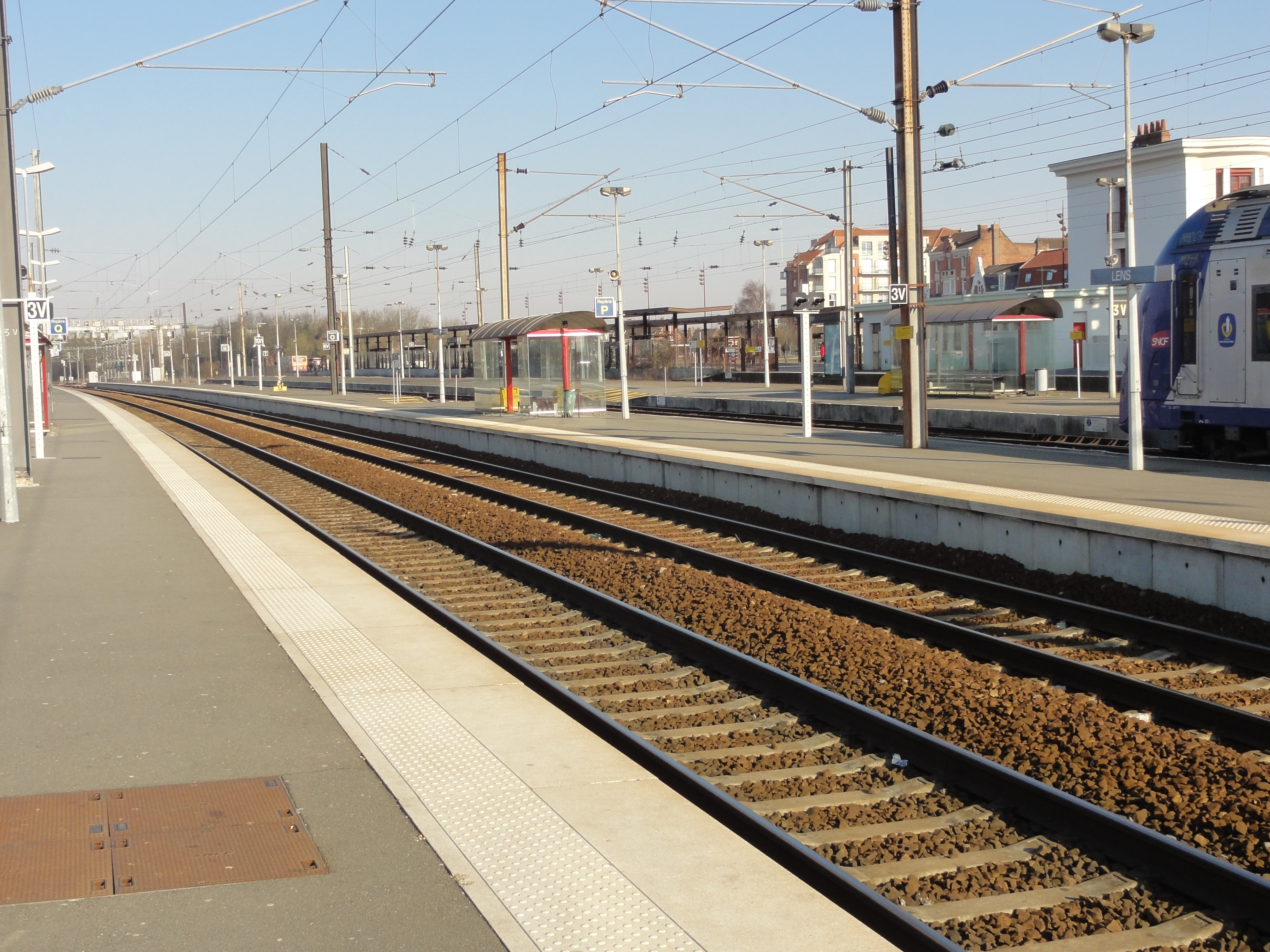
La gare de Lens.
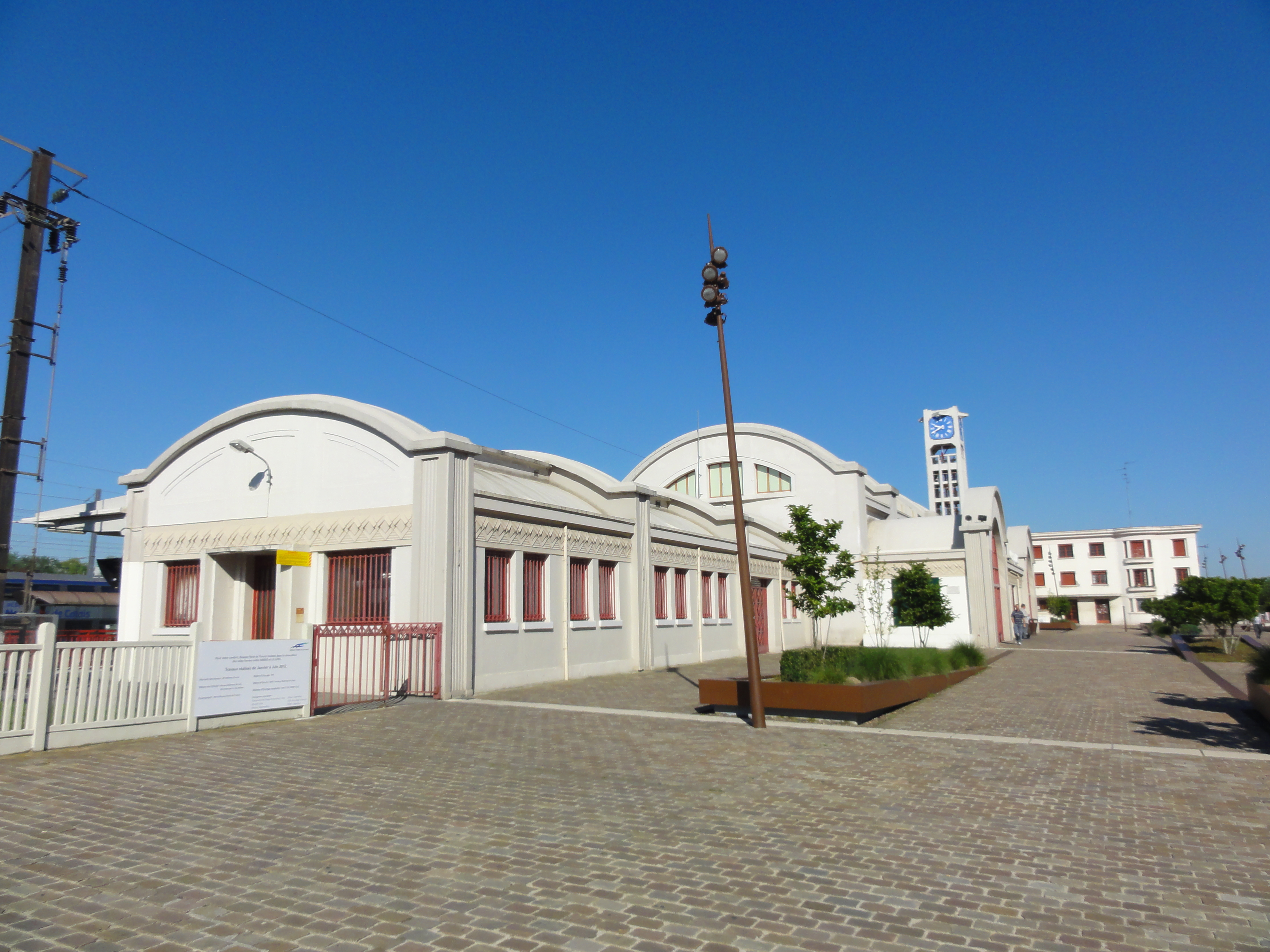
La gare de Lens.
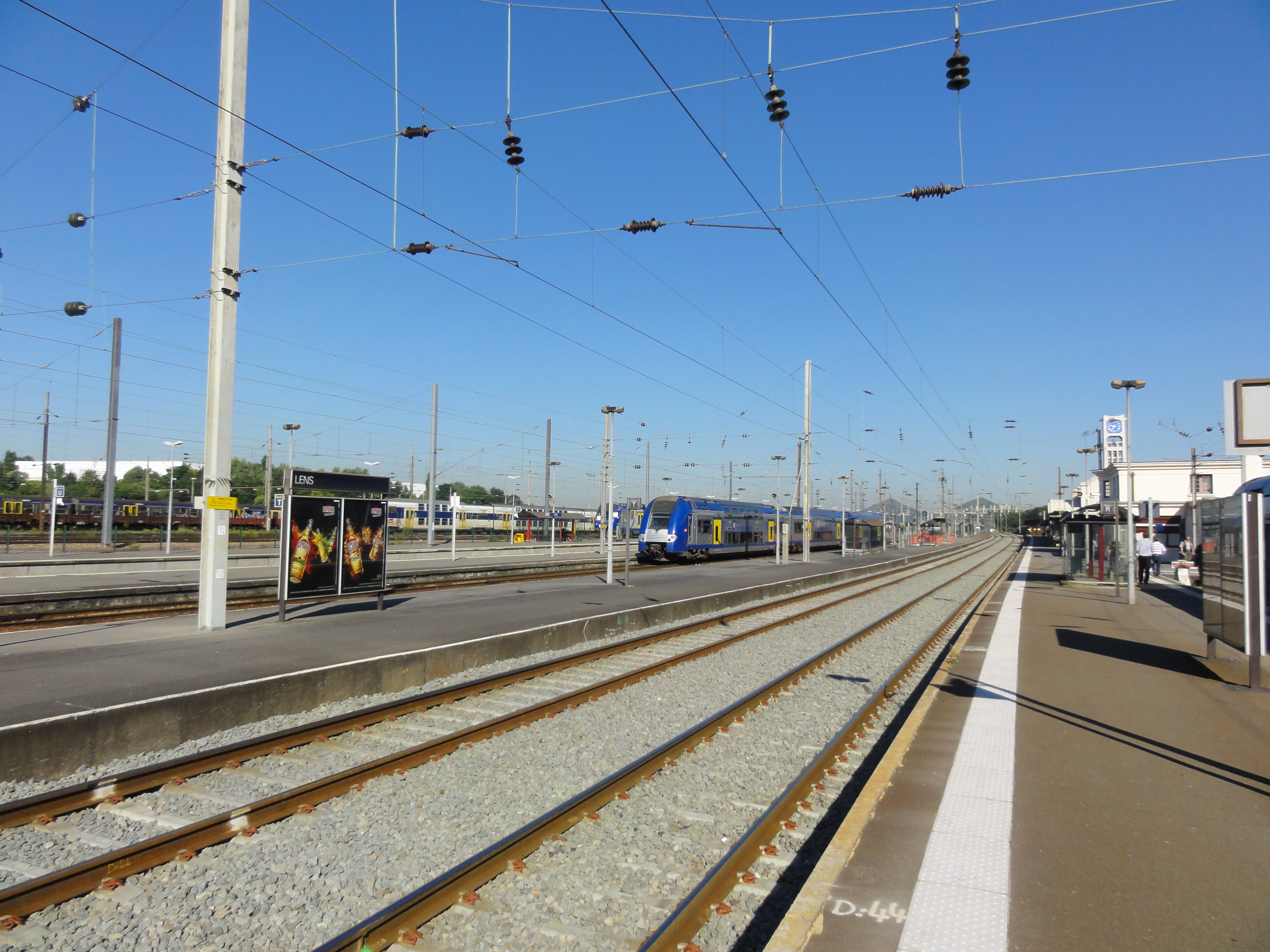
La gare de Lens.
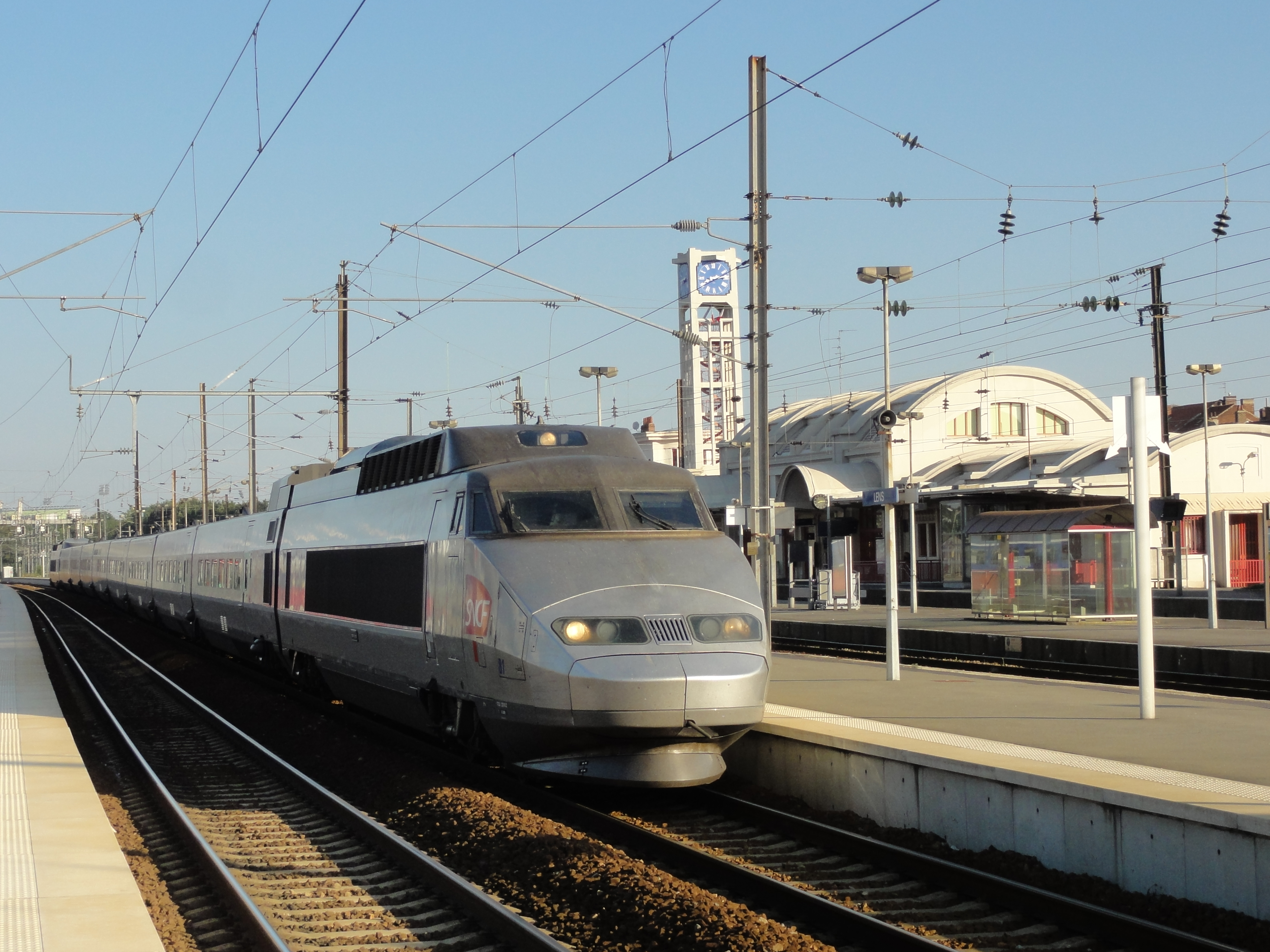
Un TGV en gare de Lens.

### Siteno69
Le site no 69 est formé par le monument aux morts.

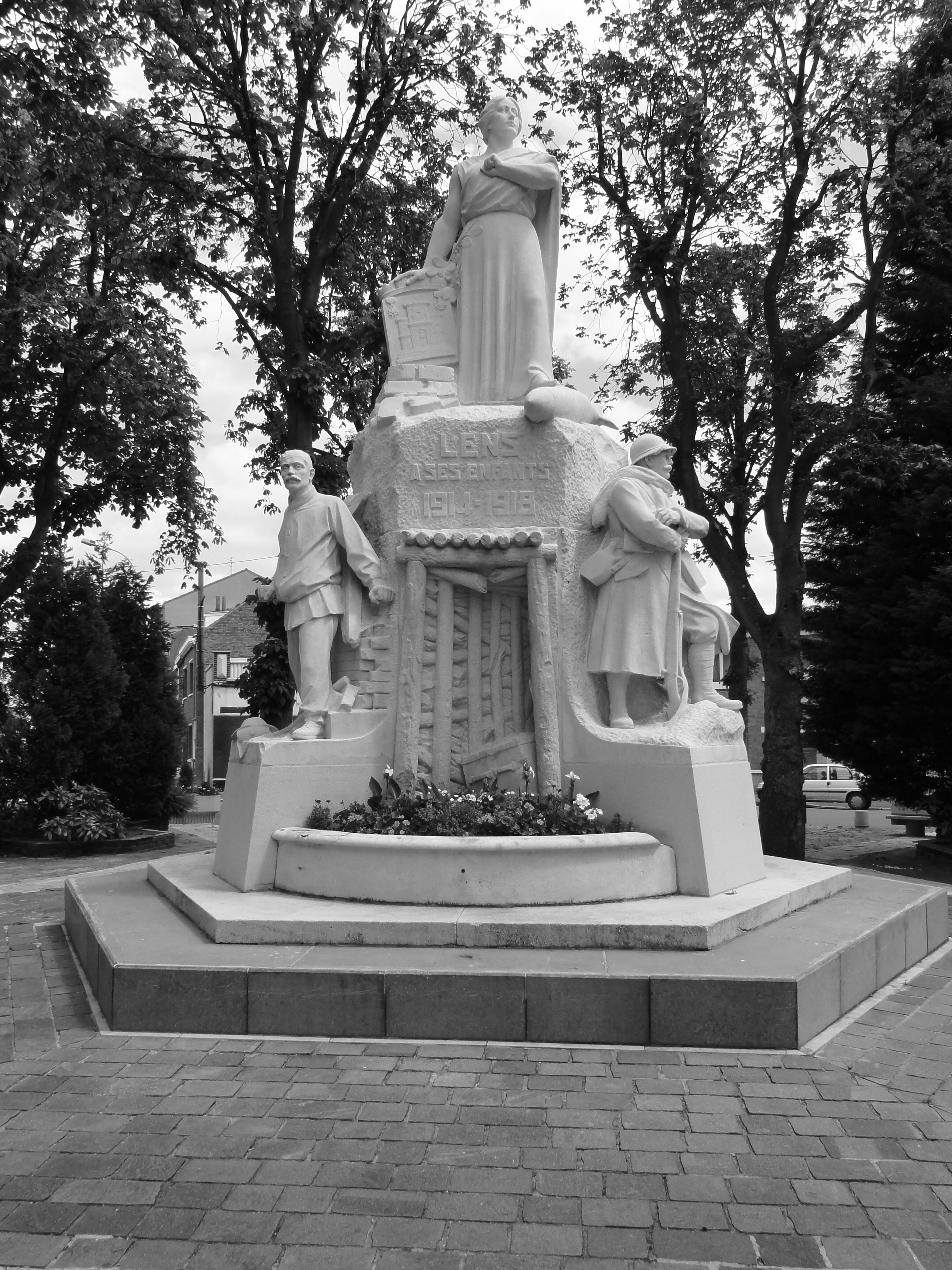
Le monument aux morts.
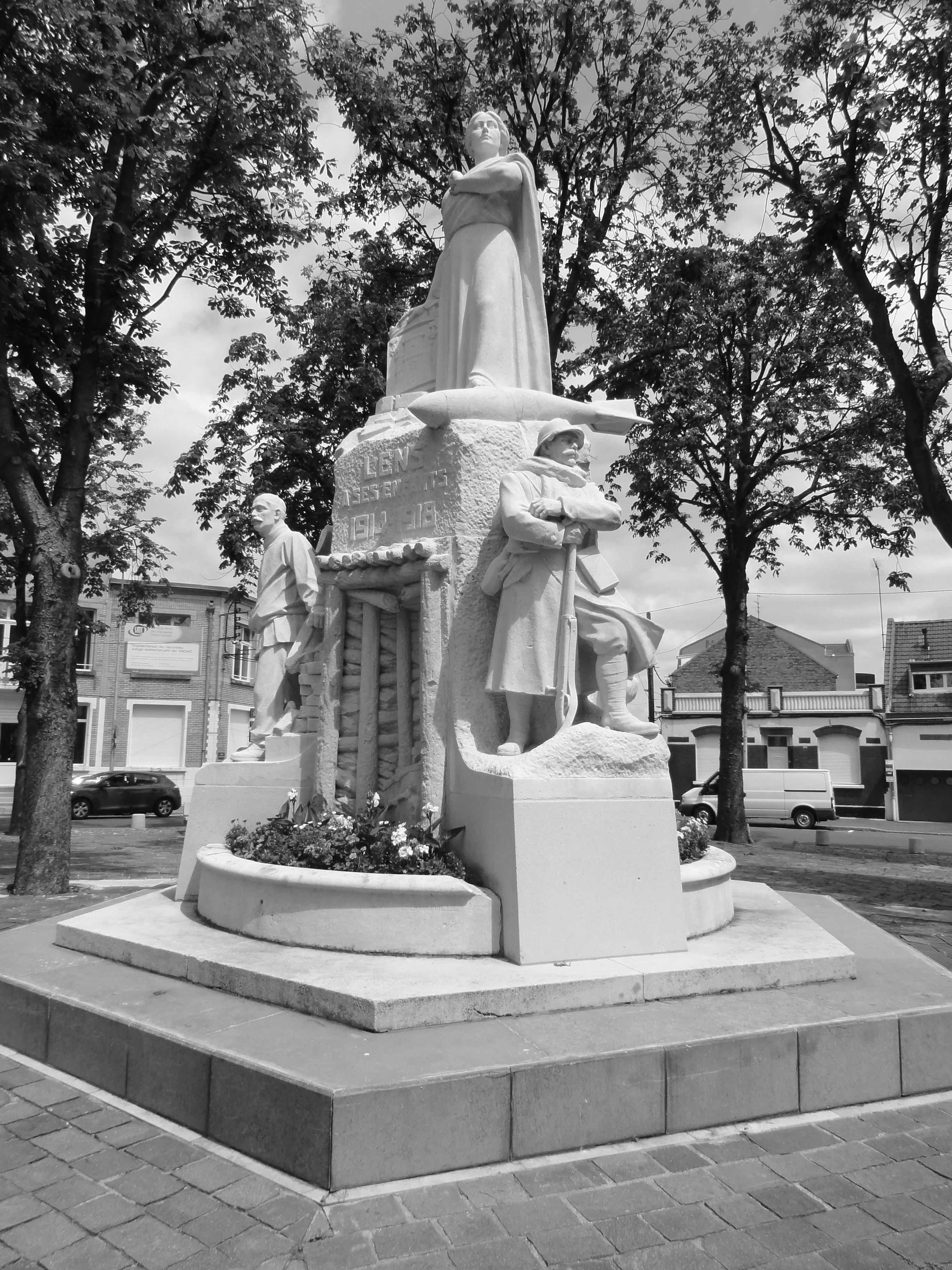
Le monument aux morts.
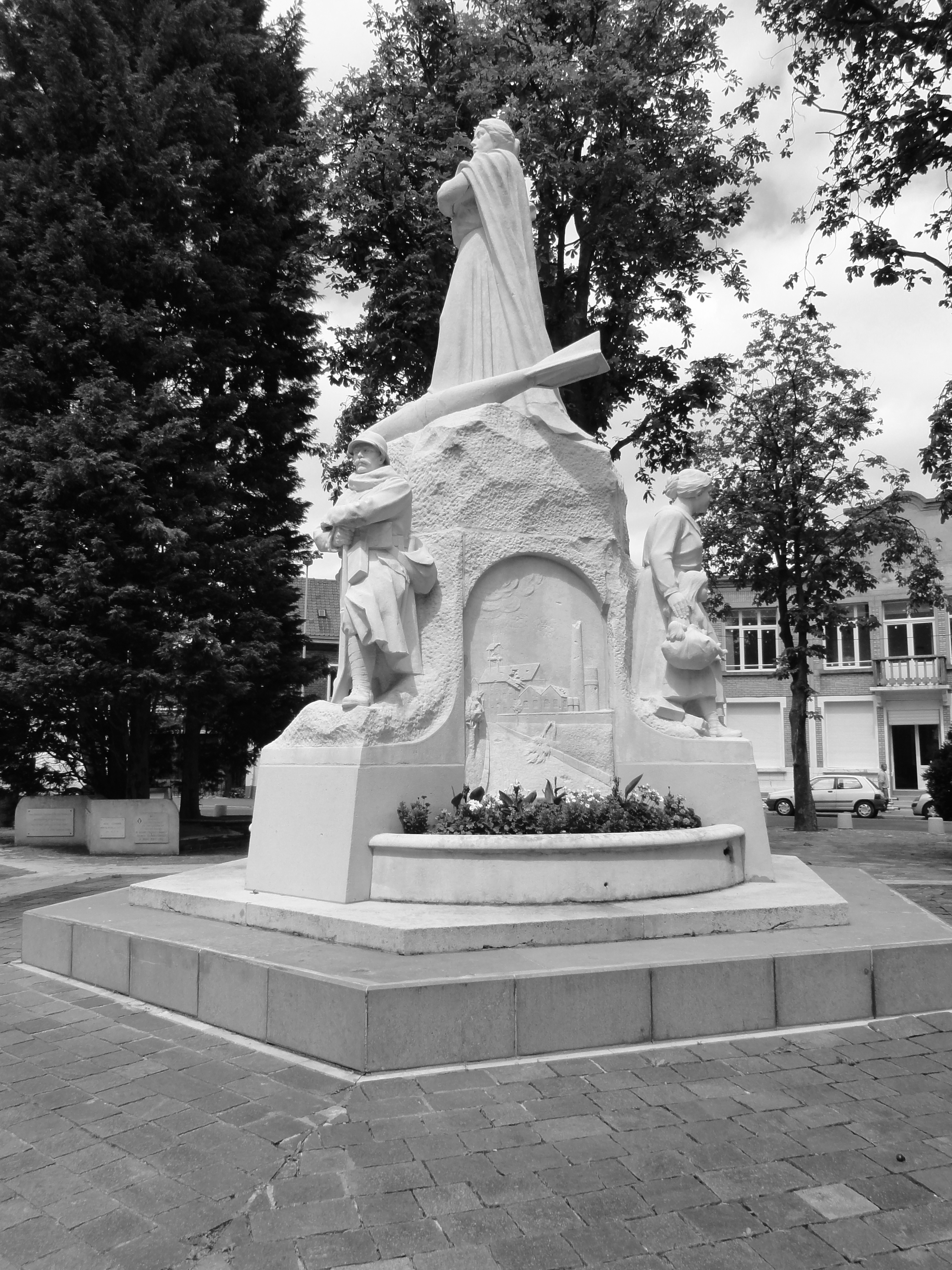
Le monument aux morts.
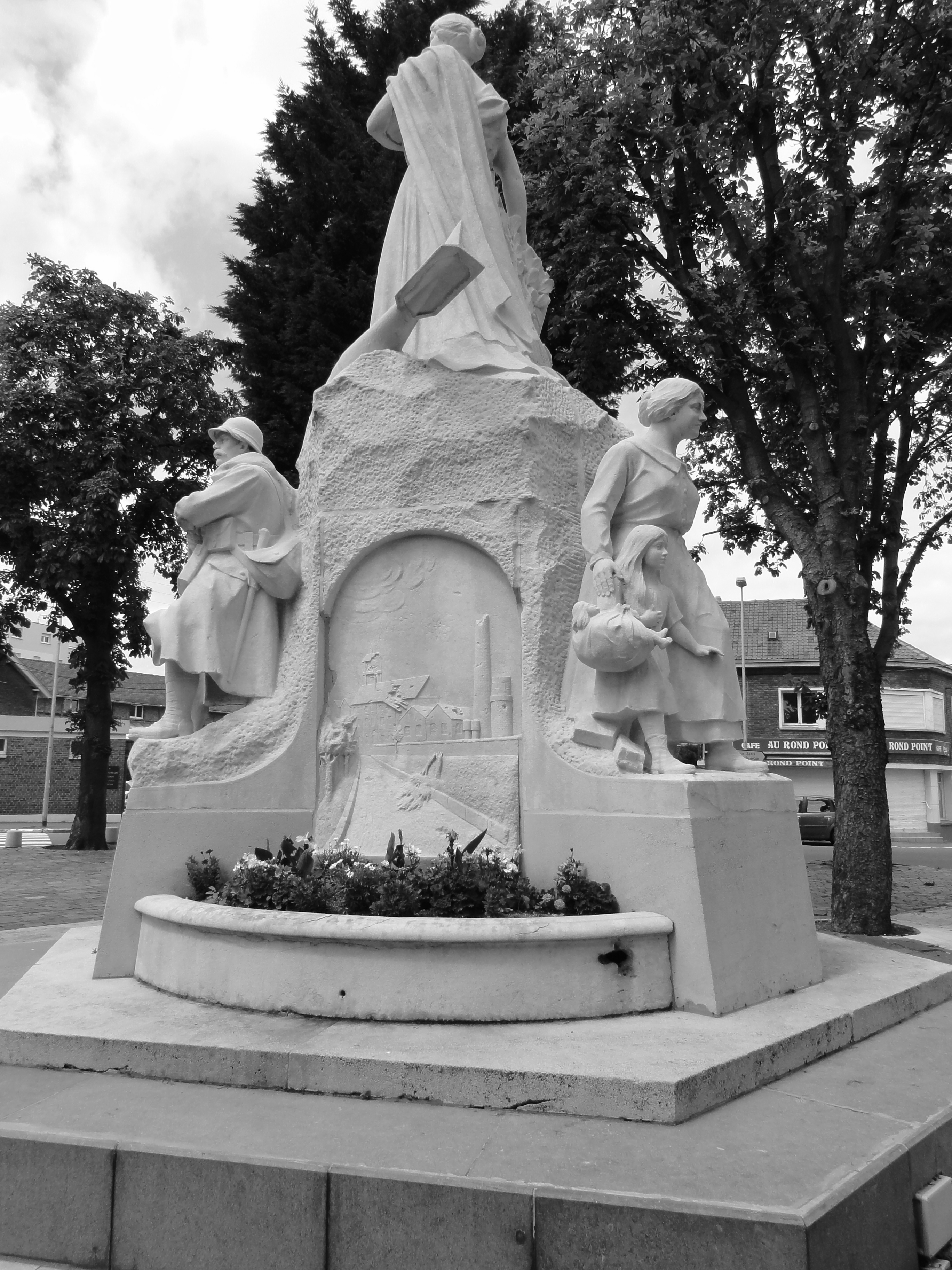
Le monument aux morts.
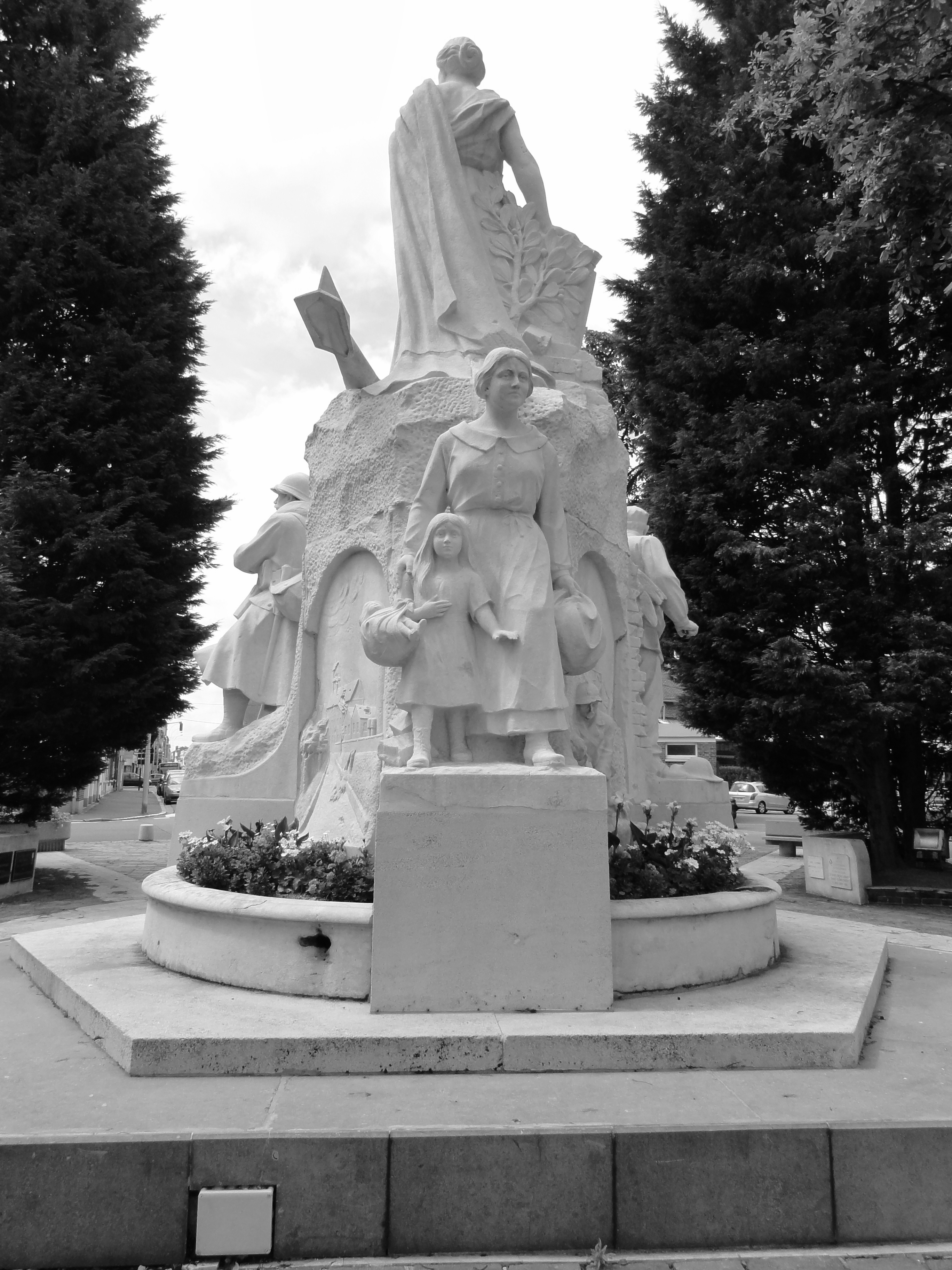
Le monument aux morts.
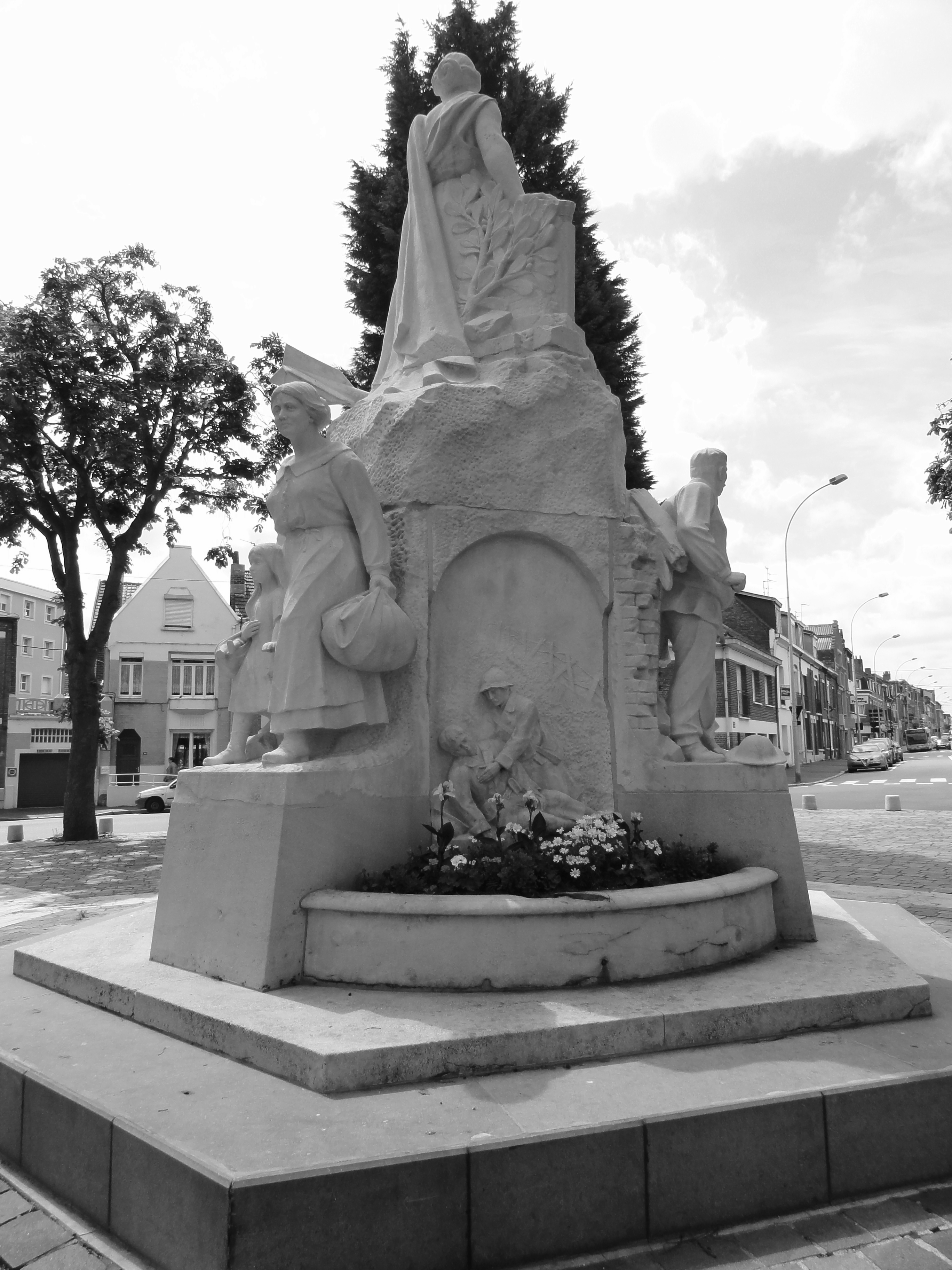
Le monument aux morts.

### Siteno70
Le site no 70 est formé par le chevalement du puits no 3 bis de la fosse no 3 - 3 bis des mines de Lens, à Liévin.

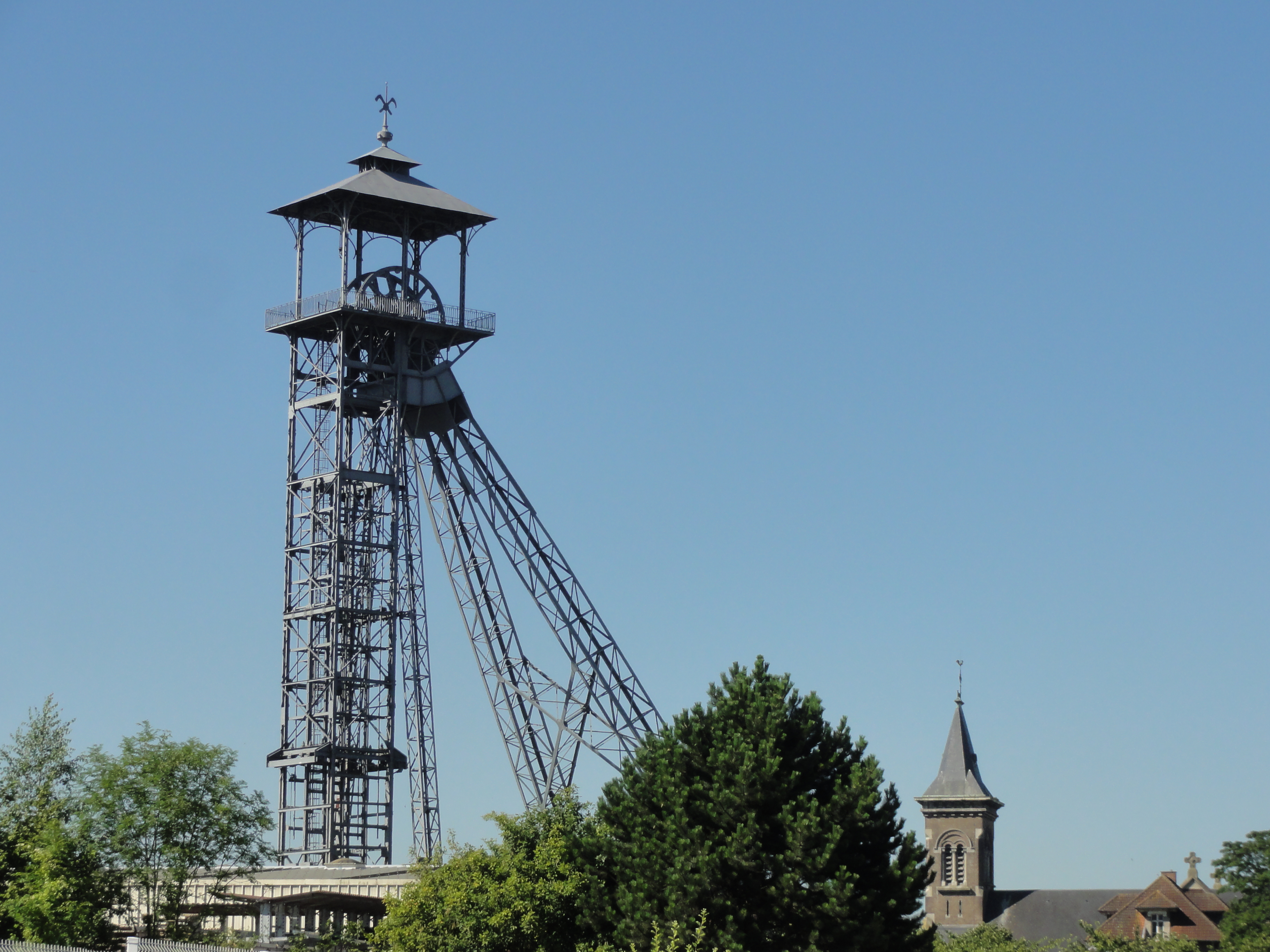
Le puits no 3 bis.
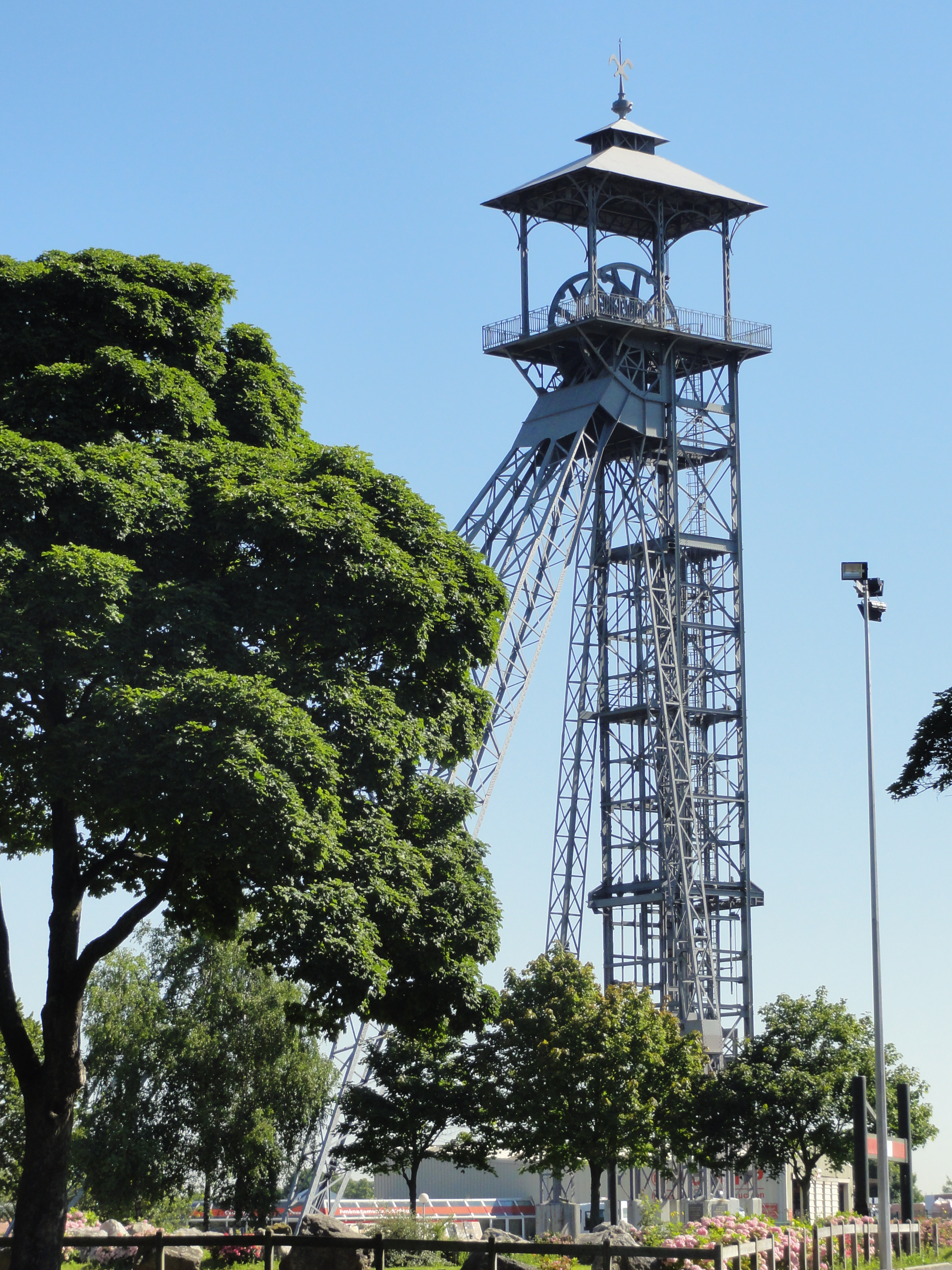
Le puits no 3 bis.
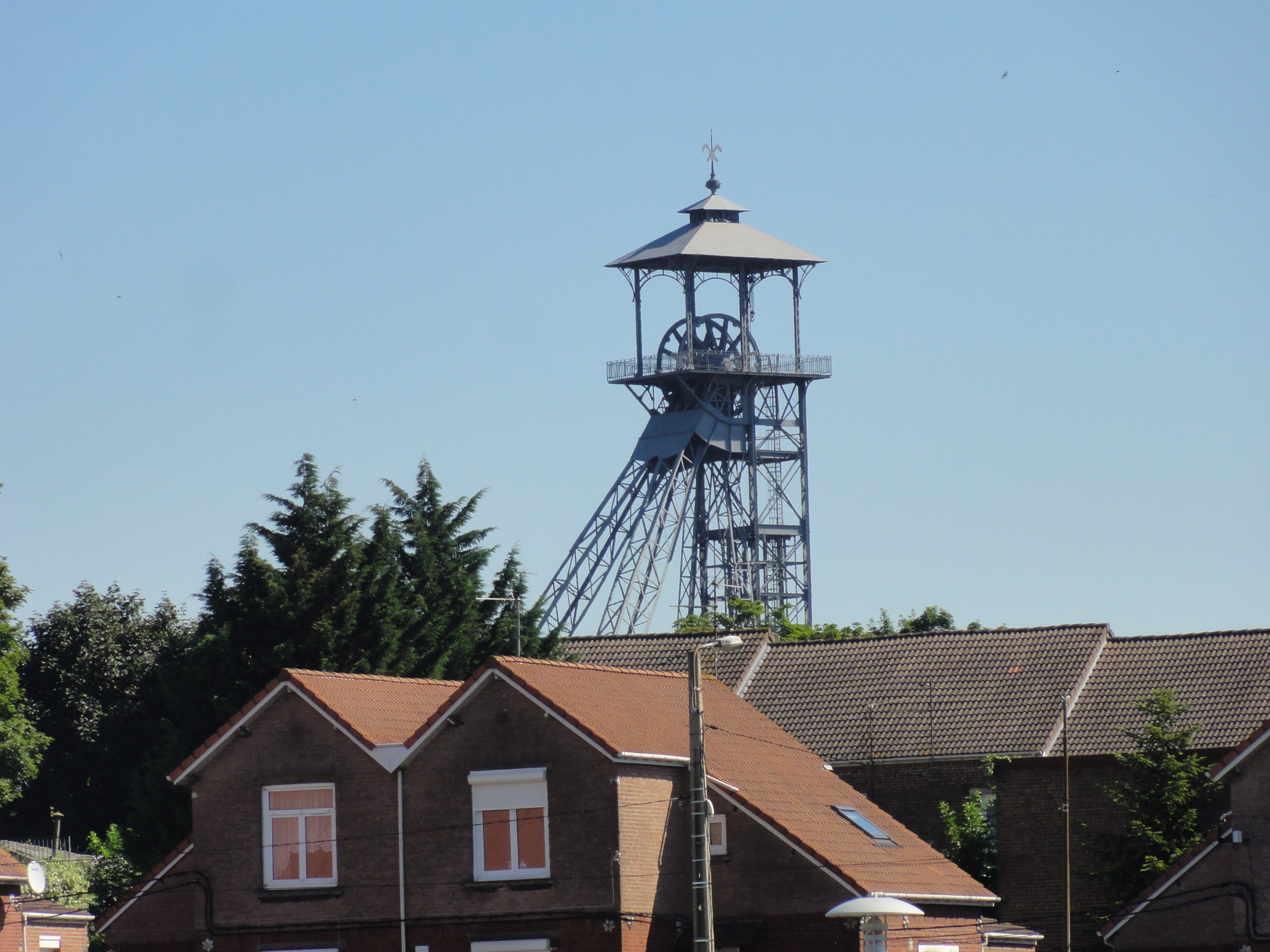
Le puits no 3 bis.
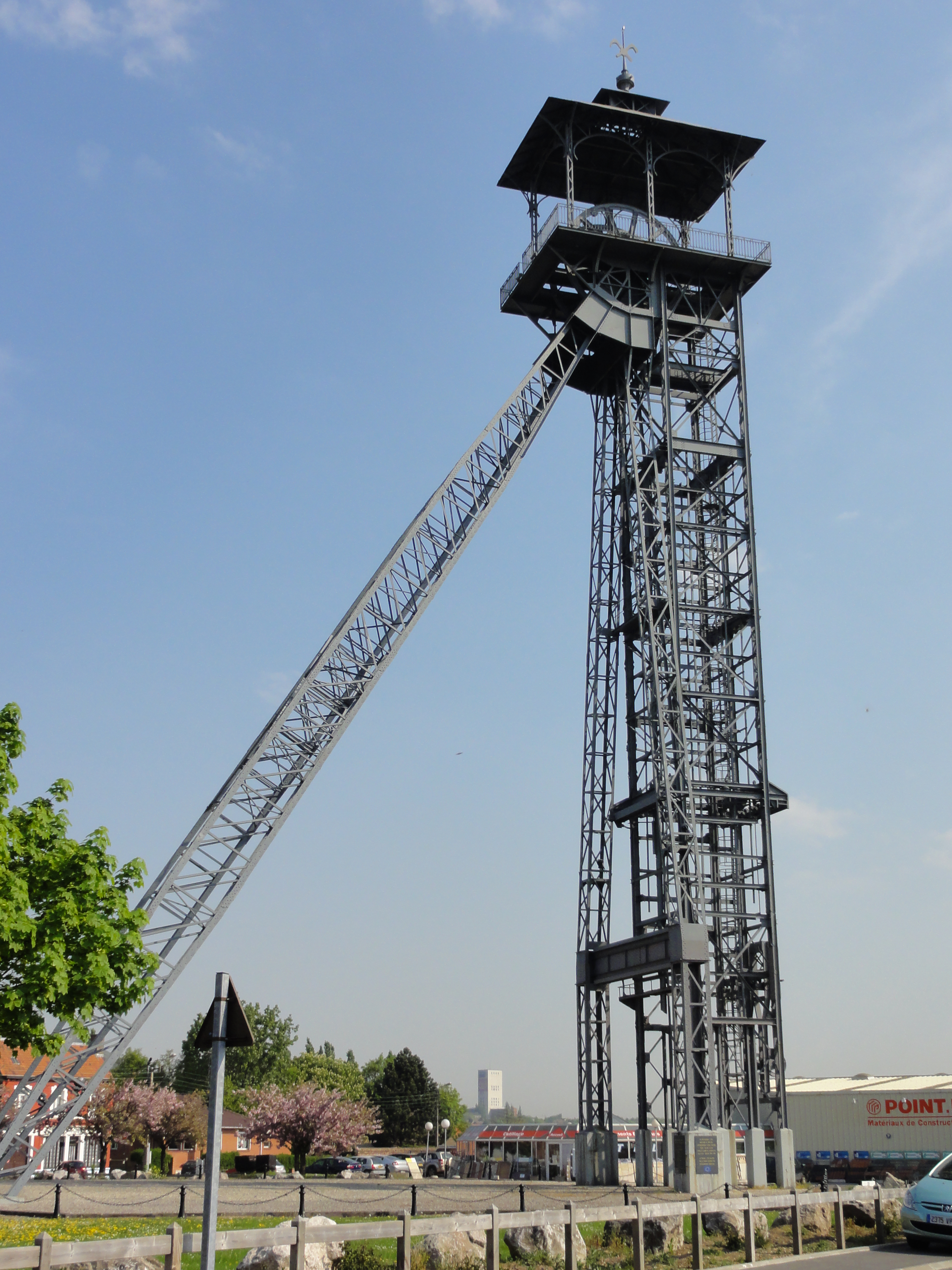
Le puits no 3 bis.
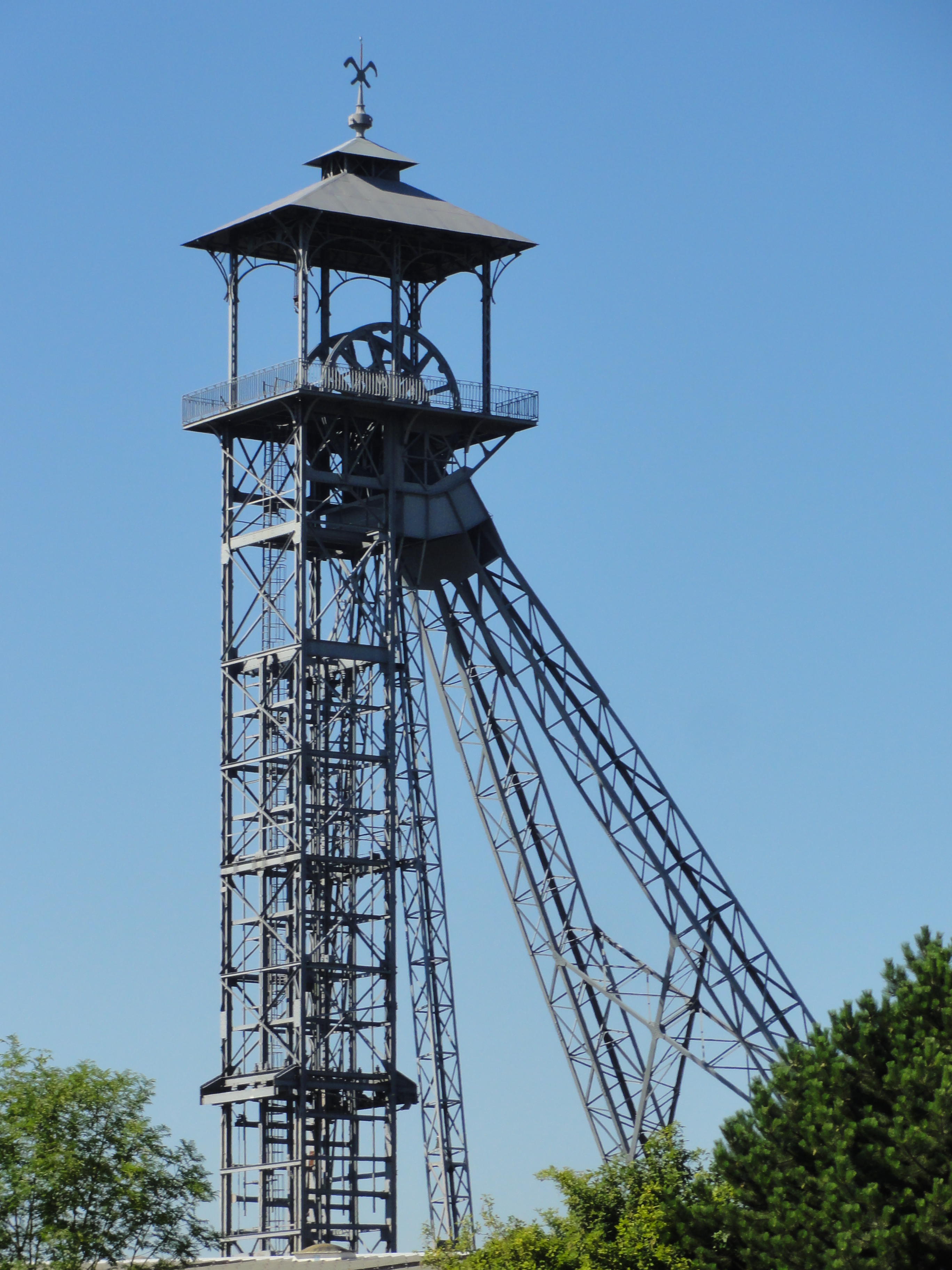
Le puits no 3 bis.
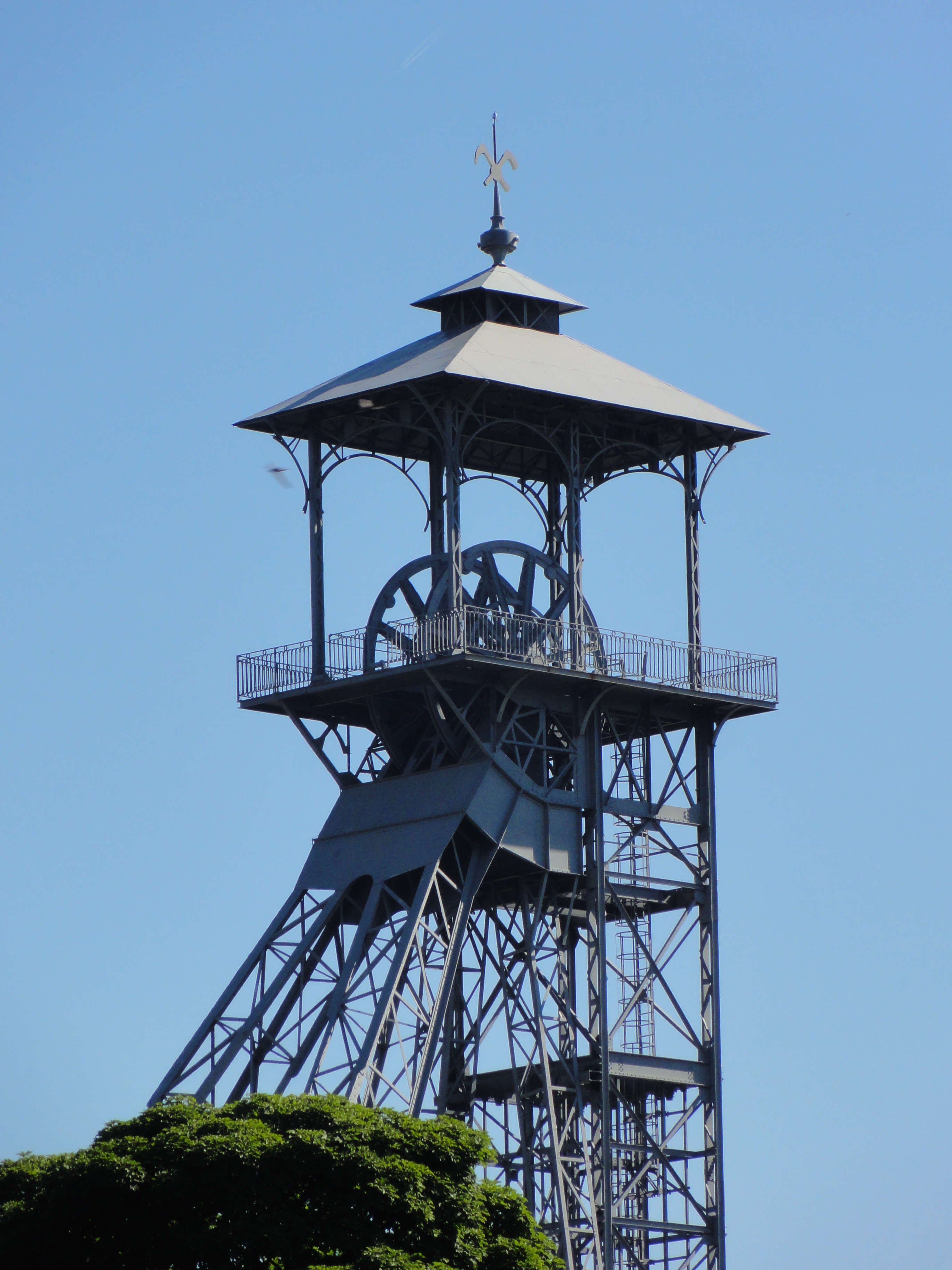
Le puits no 3 bis.

### Siteno71
Le site no 71 est formé par le chevalement du puits no 1 bis de la Fosse no 1 - 1 bis - 1 ter des mines de Liévin, à Liévin.

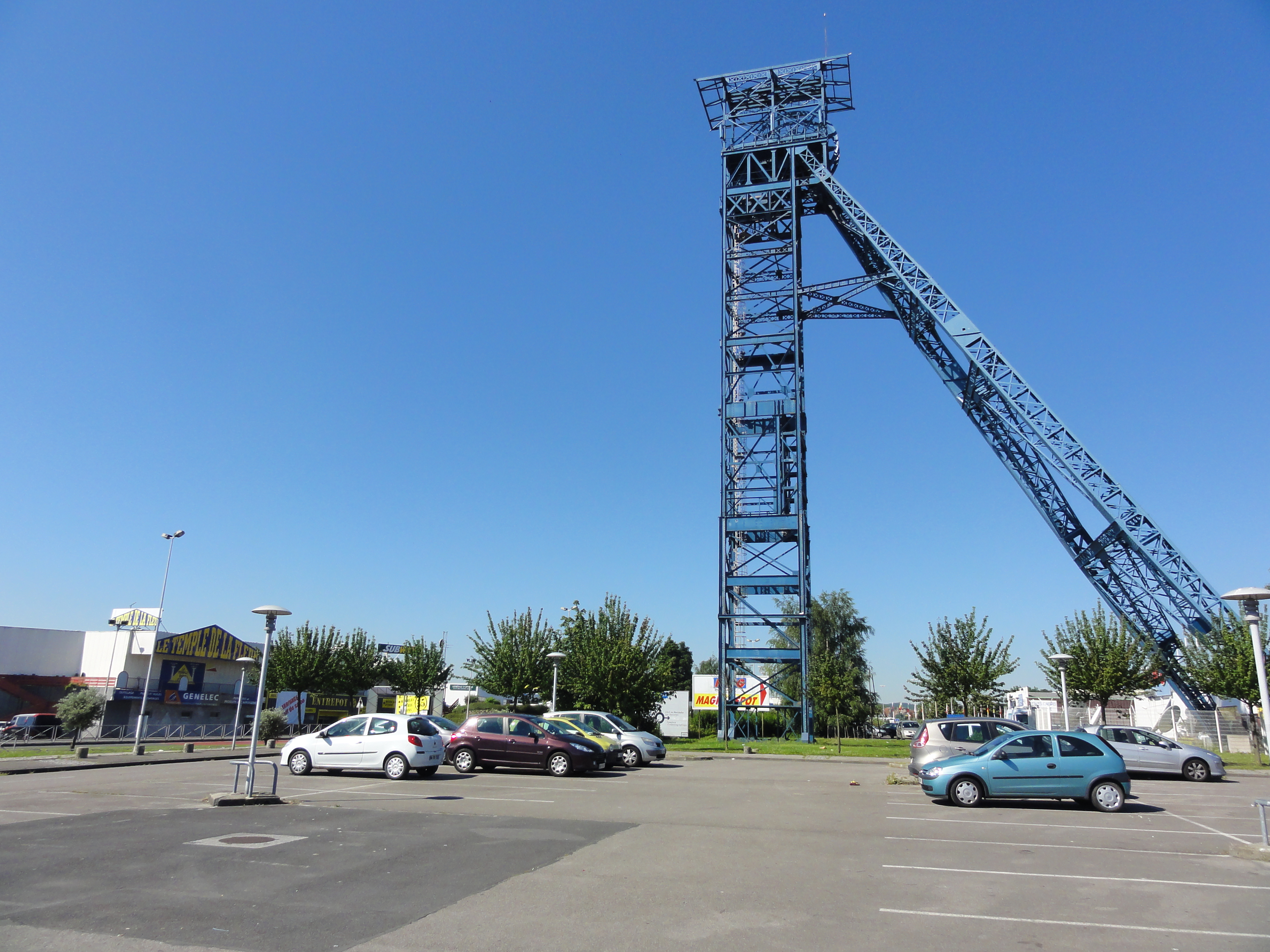
Le puits no 1 bis.
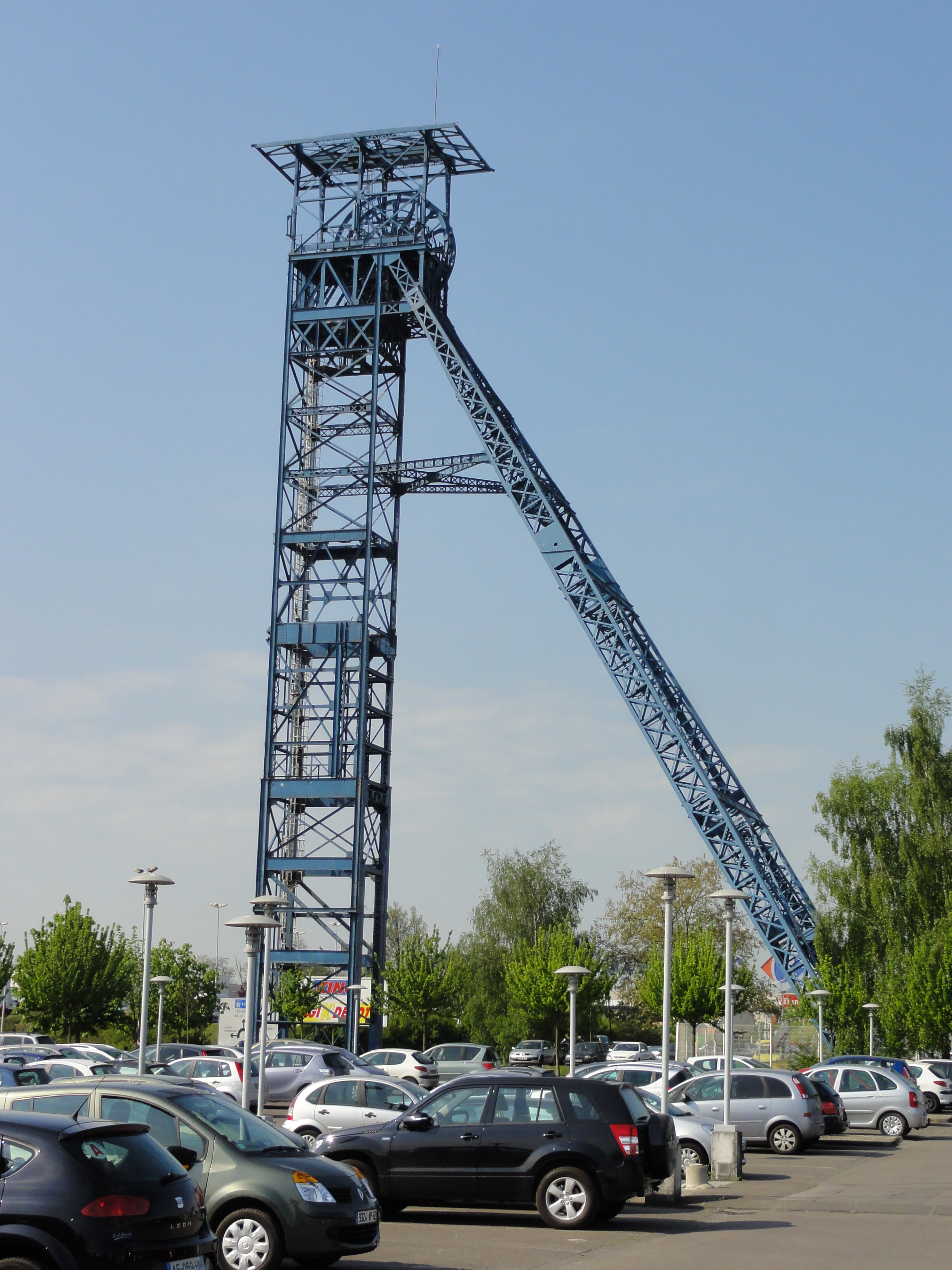
Le puits no 1 bis.
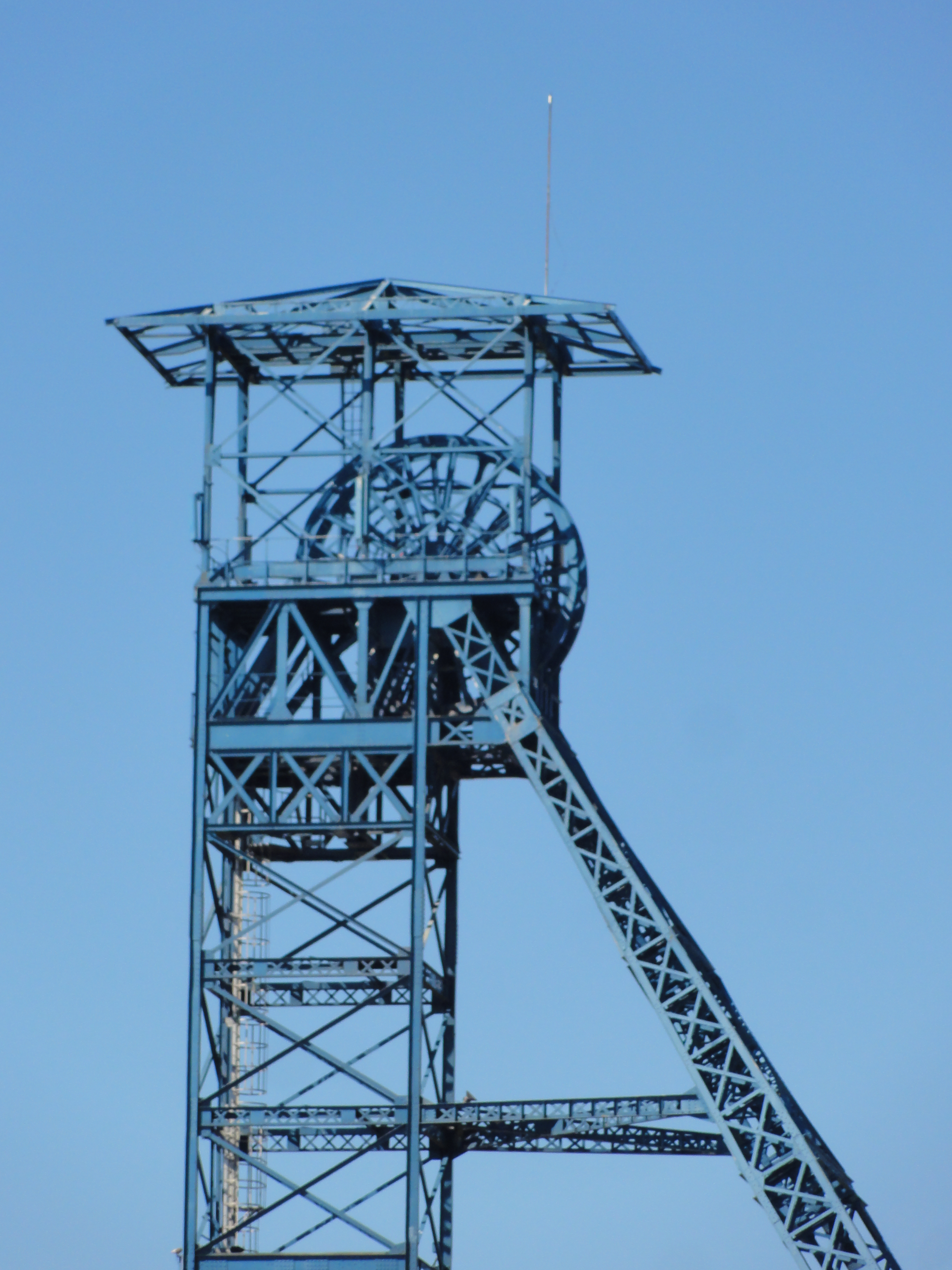
Le puits no 1 bis.
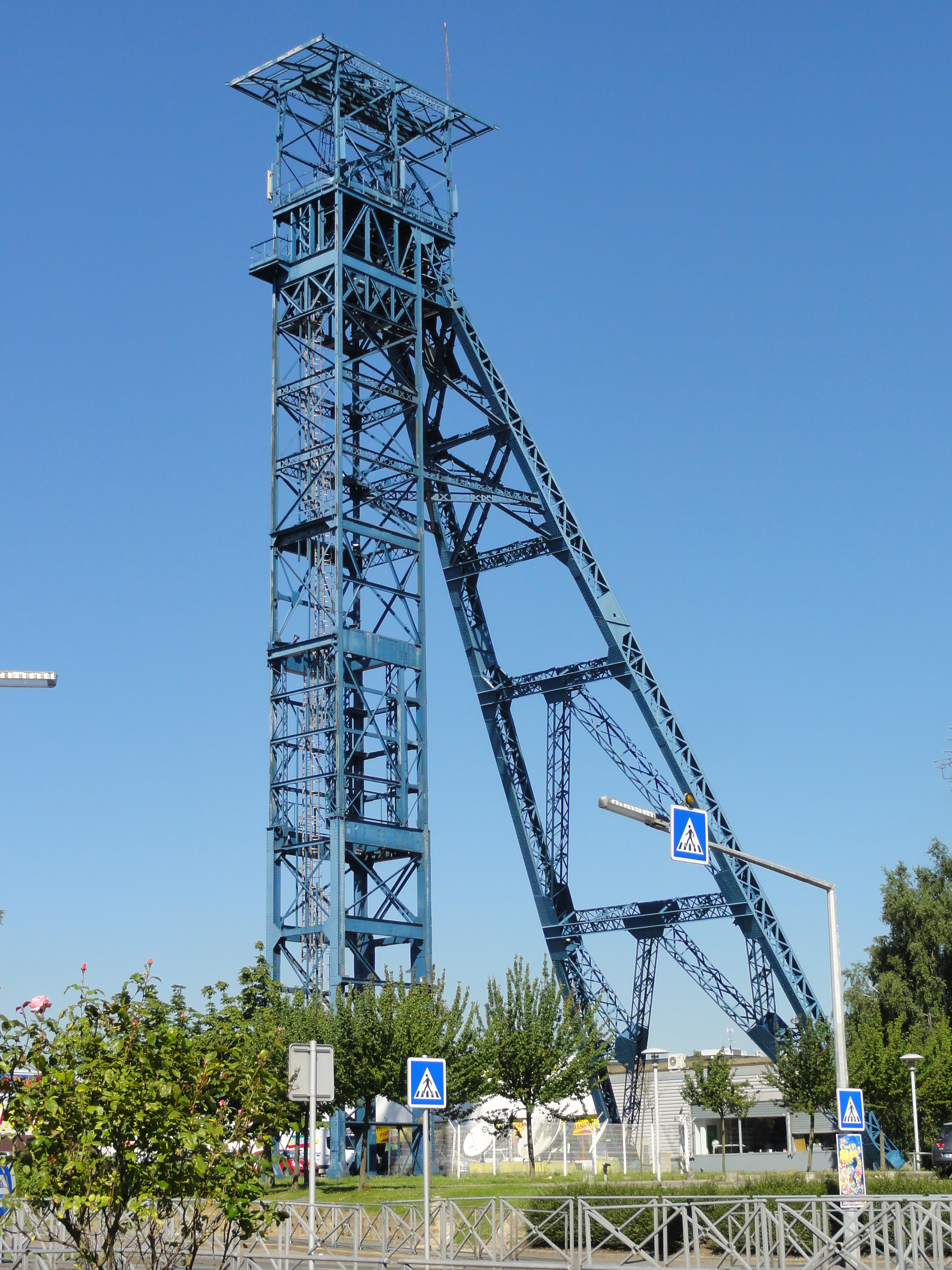
Le puits no 1 bis.
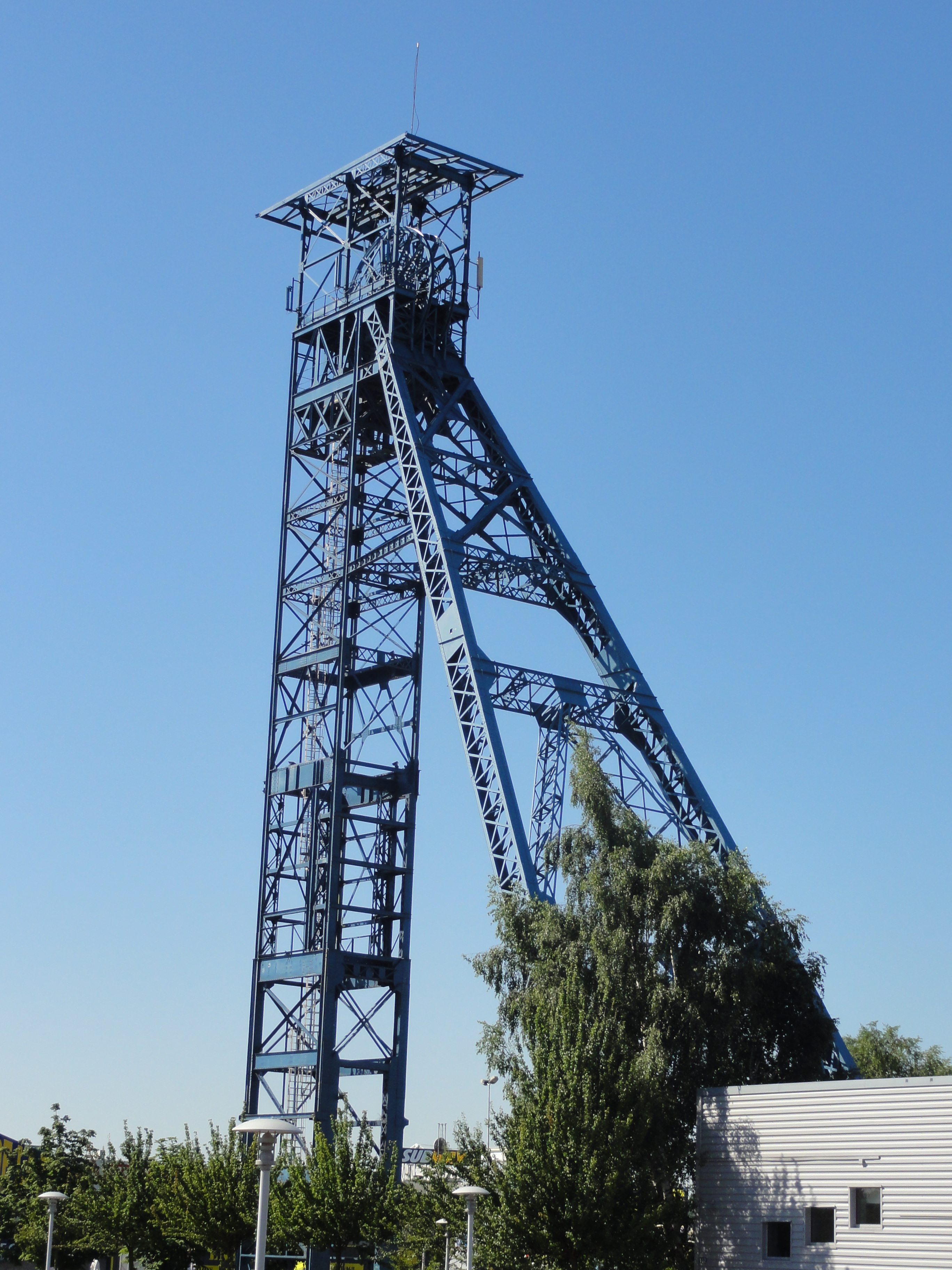
Le puits no 1 bis.
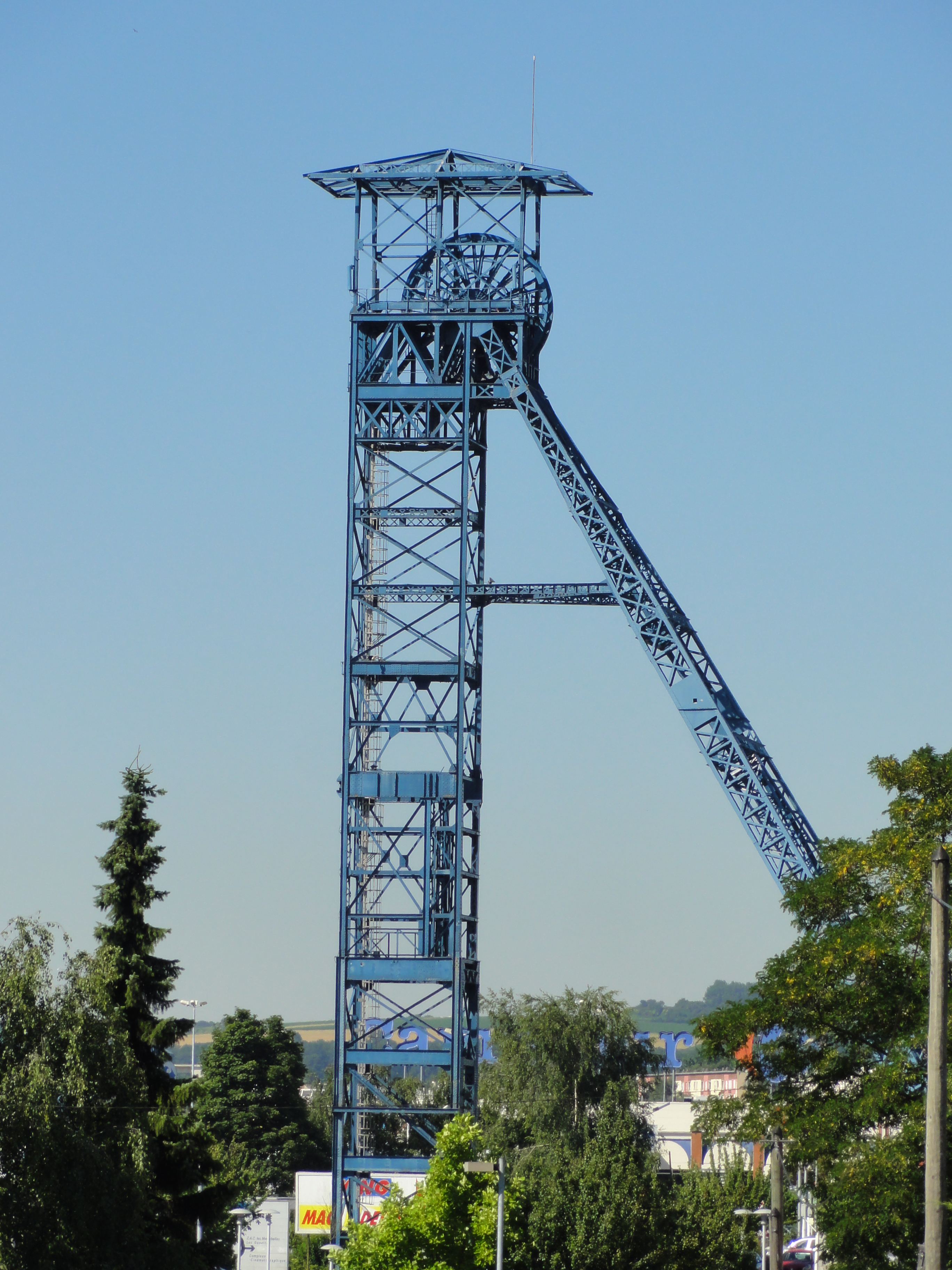
Le puits no 1 bis.

### Siteno72
Le site no 72 est formé par le temple protestant de Liévin.

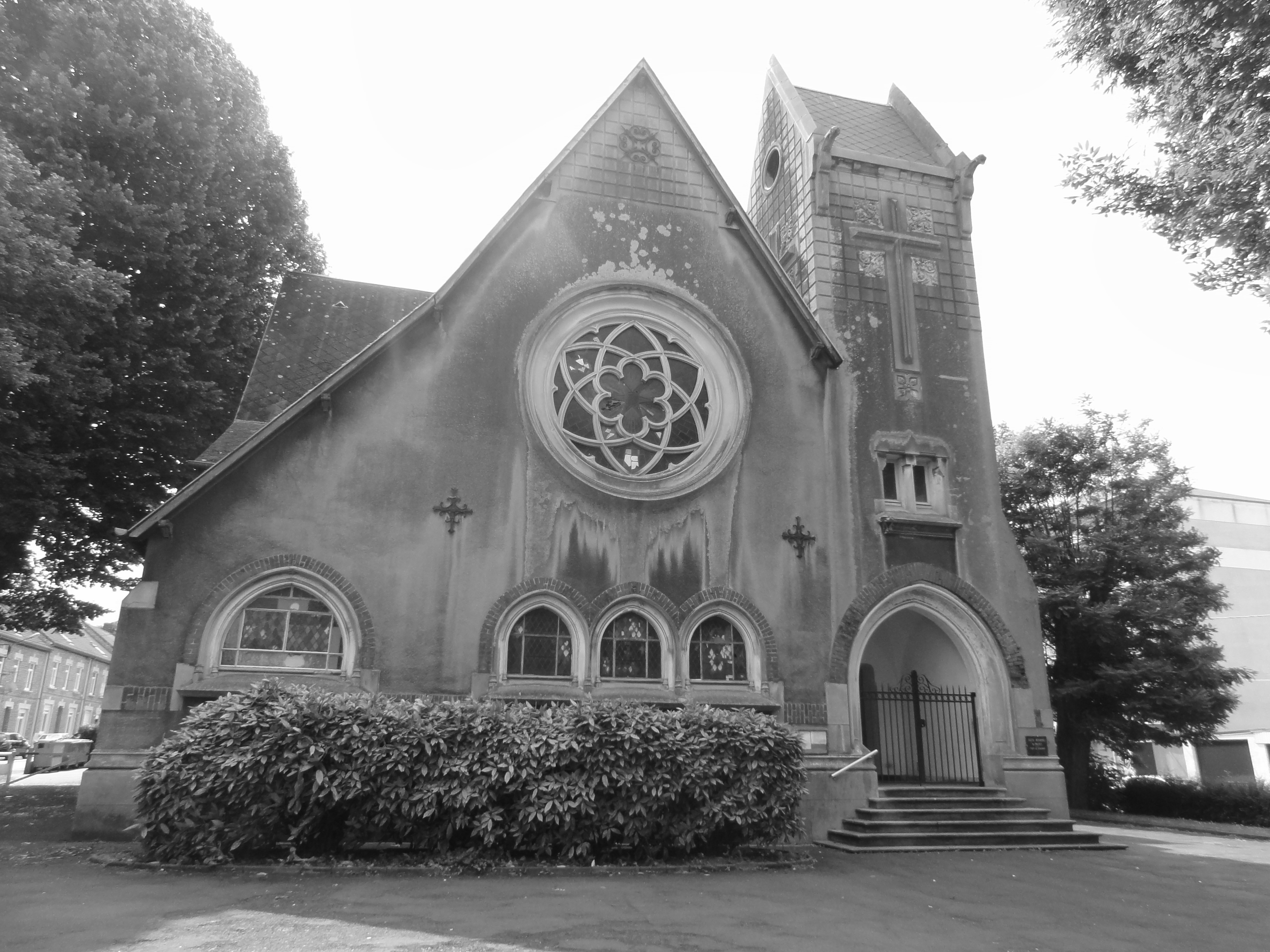
Le temple.
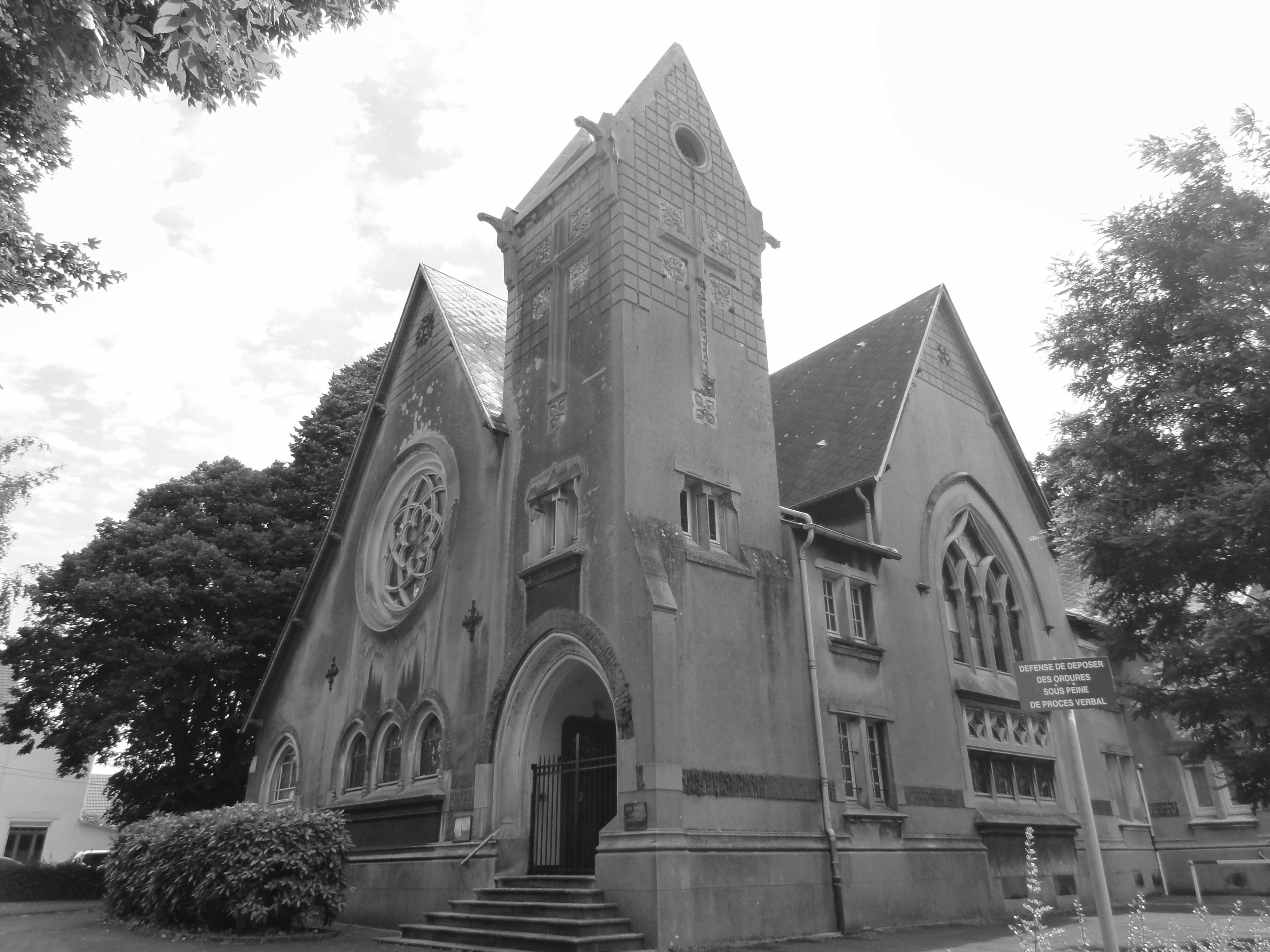
Le temple.
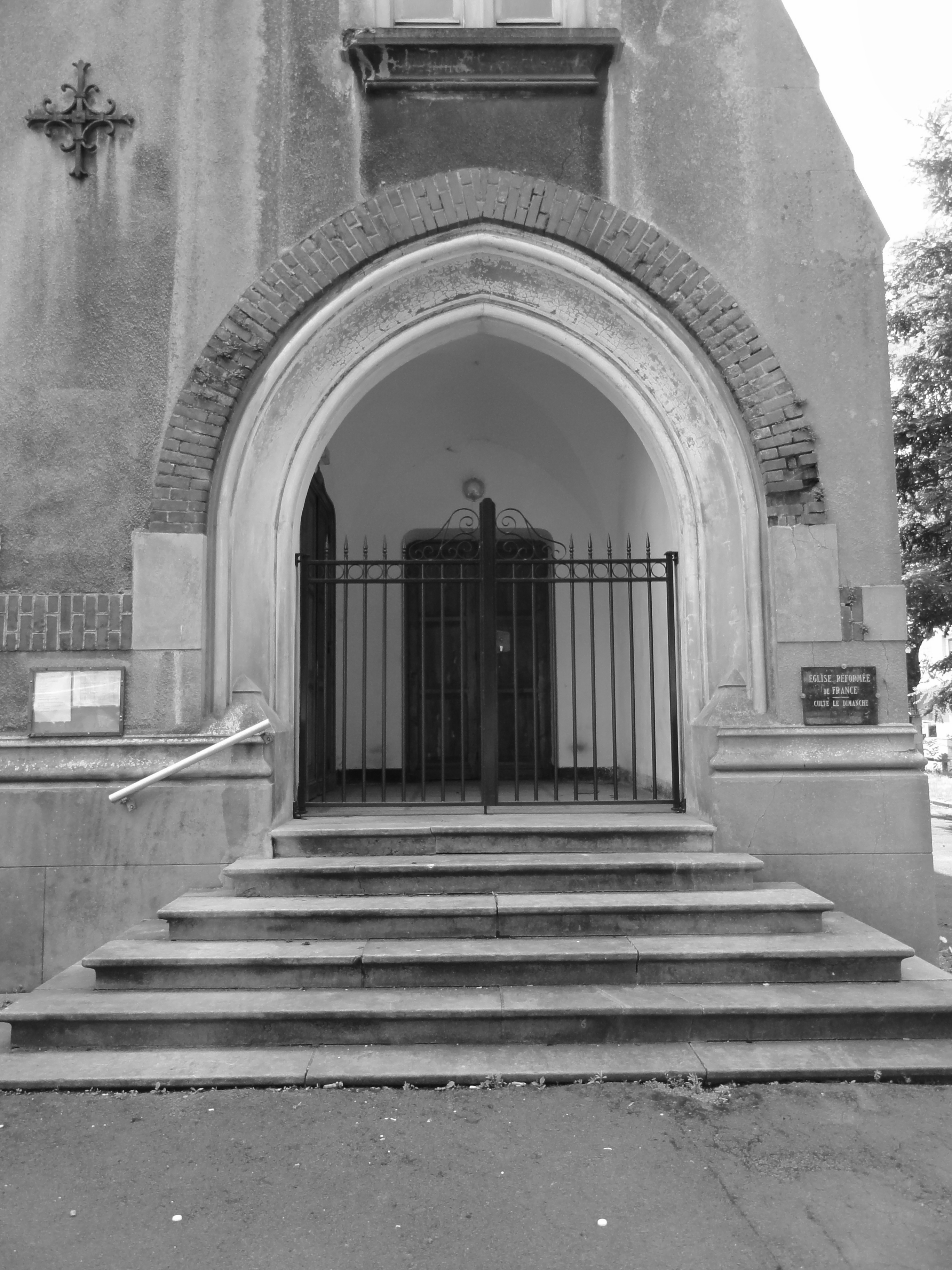
L'entrée du temple.
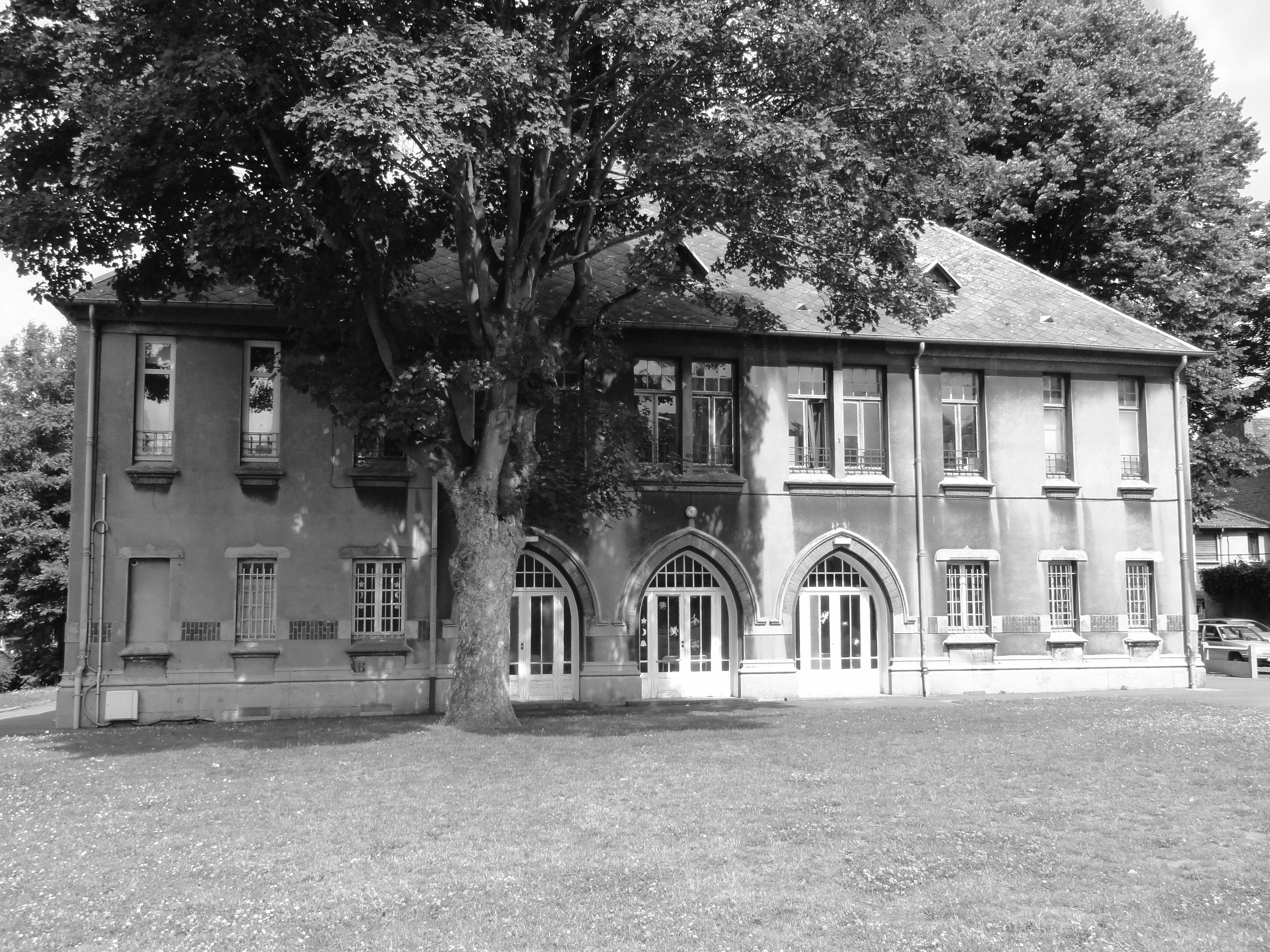
L'arrière du temple.
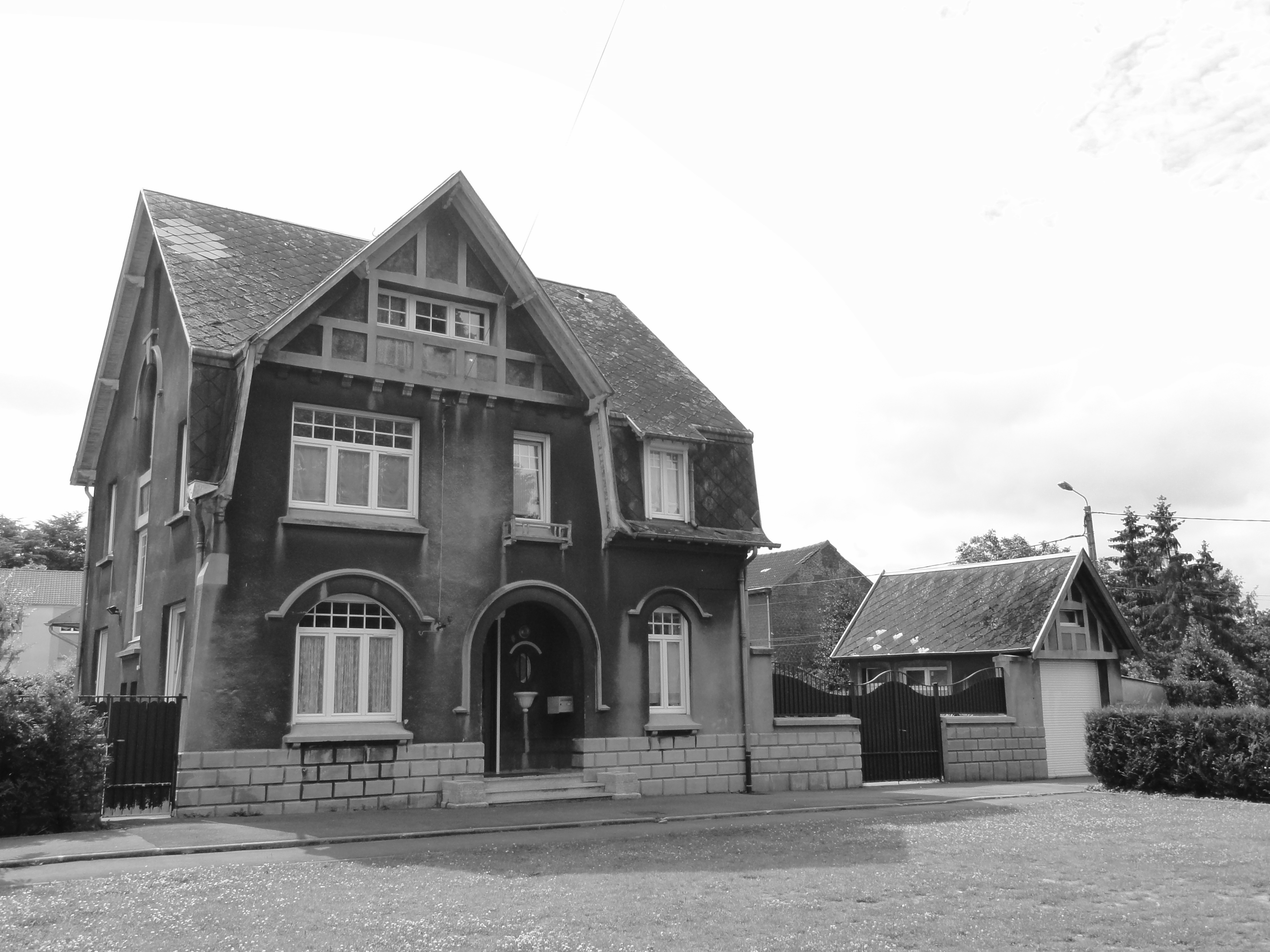
Le presbytère.

### Siteno73
Le site no 73 est constitué par les grands bureaux de la Compagnie des mines de Liévin à Liévin et la cité pavillonnaire des Bureaux Ouest.

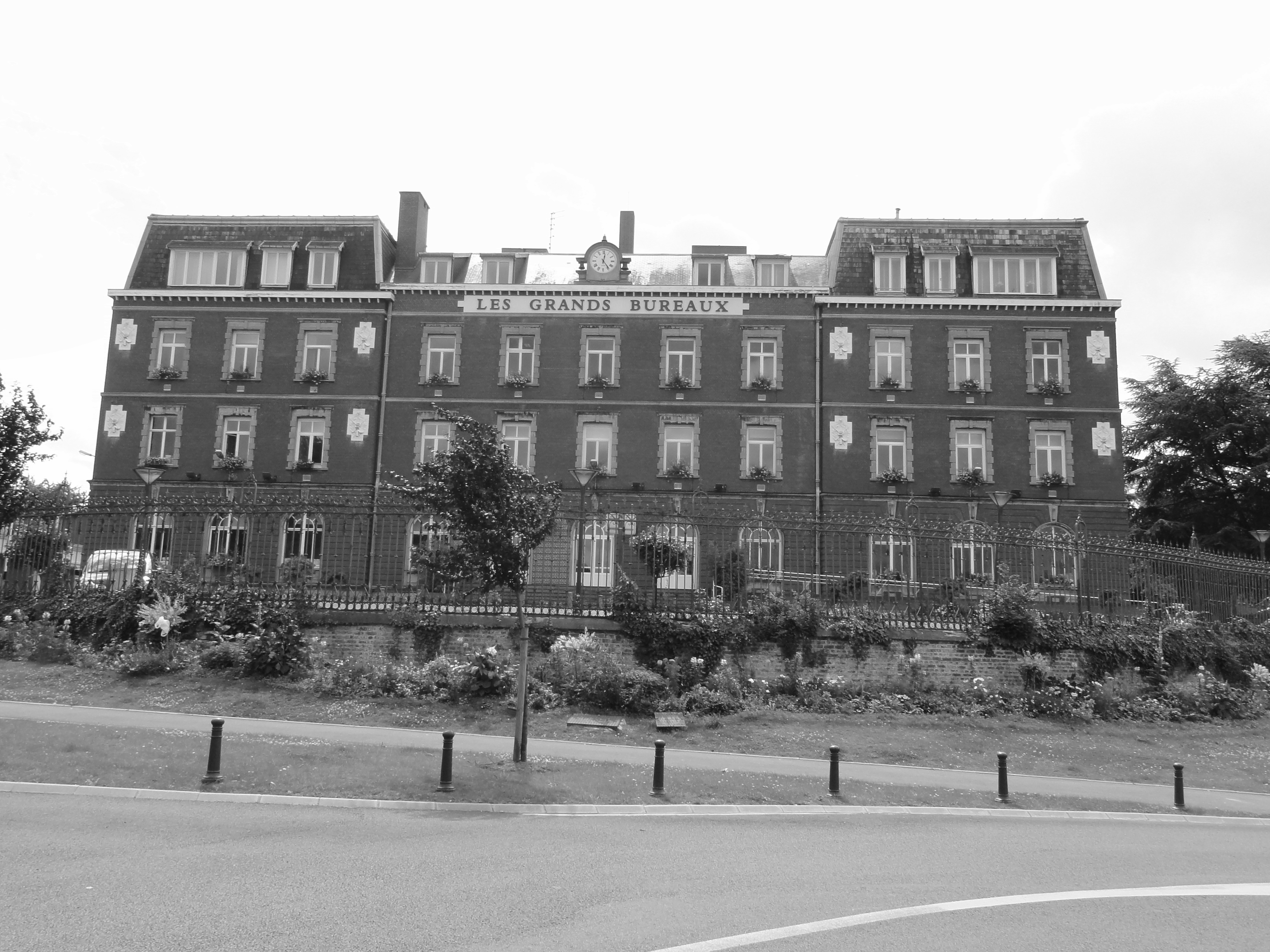
Les Grands Bureaux.
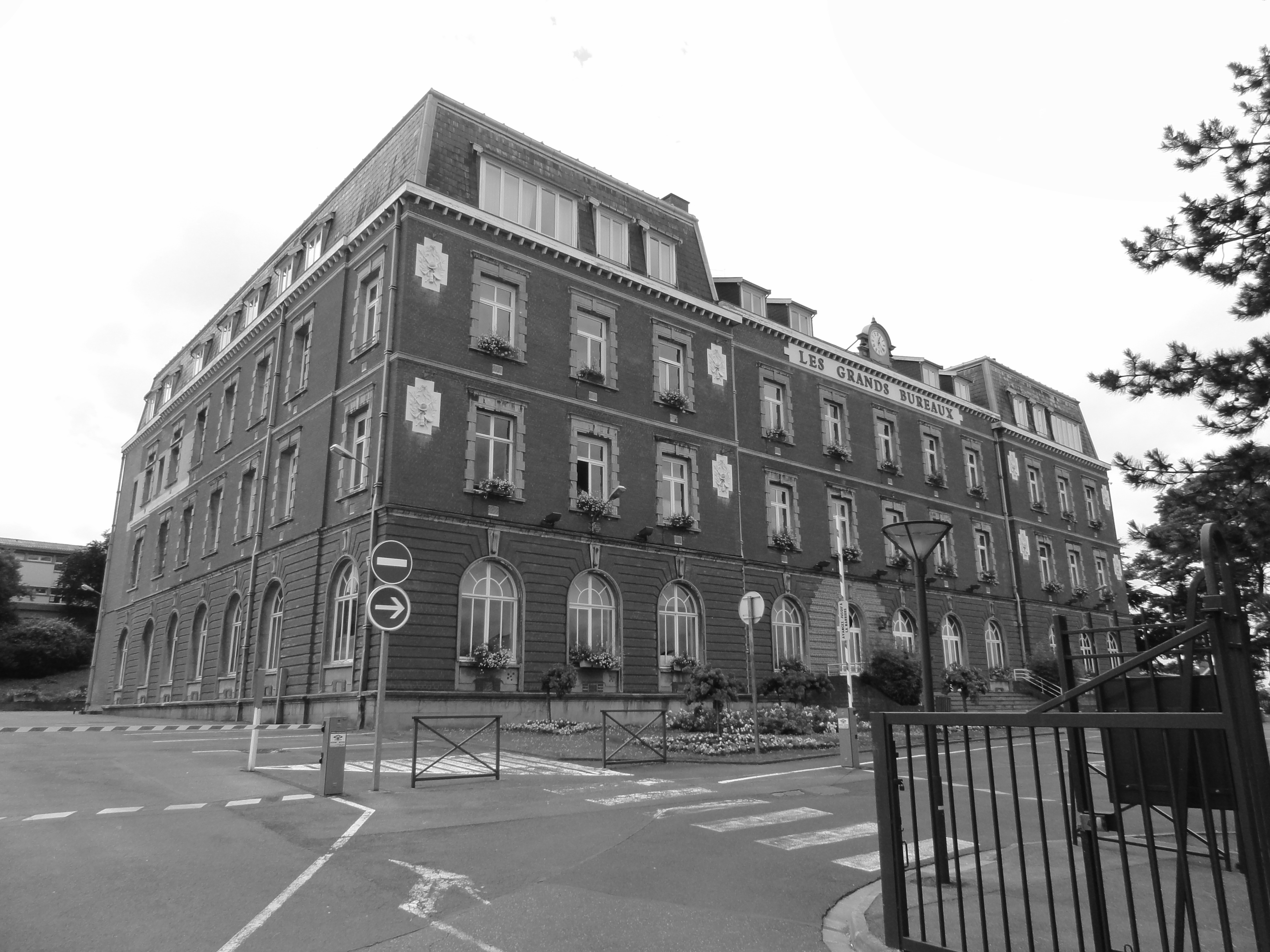
Les Grands Bureaux.
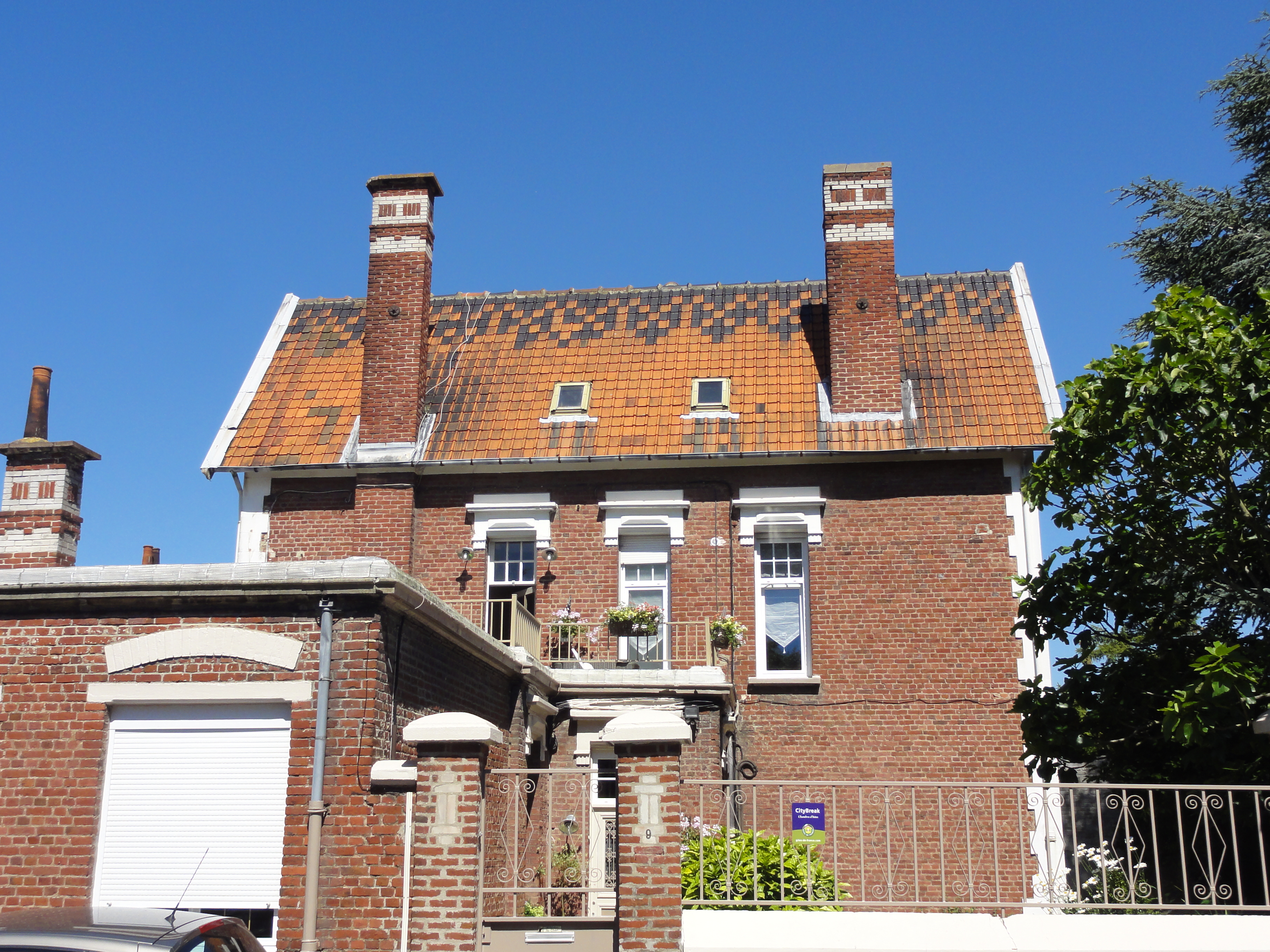
La cité des Bureaux Ouest.
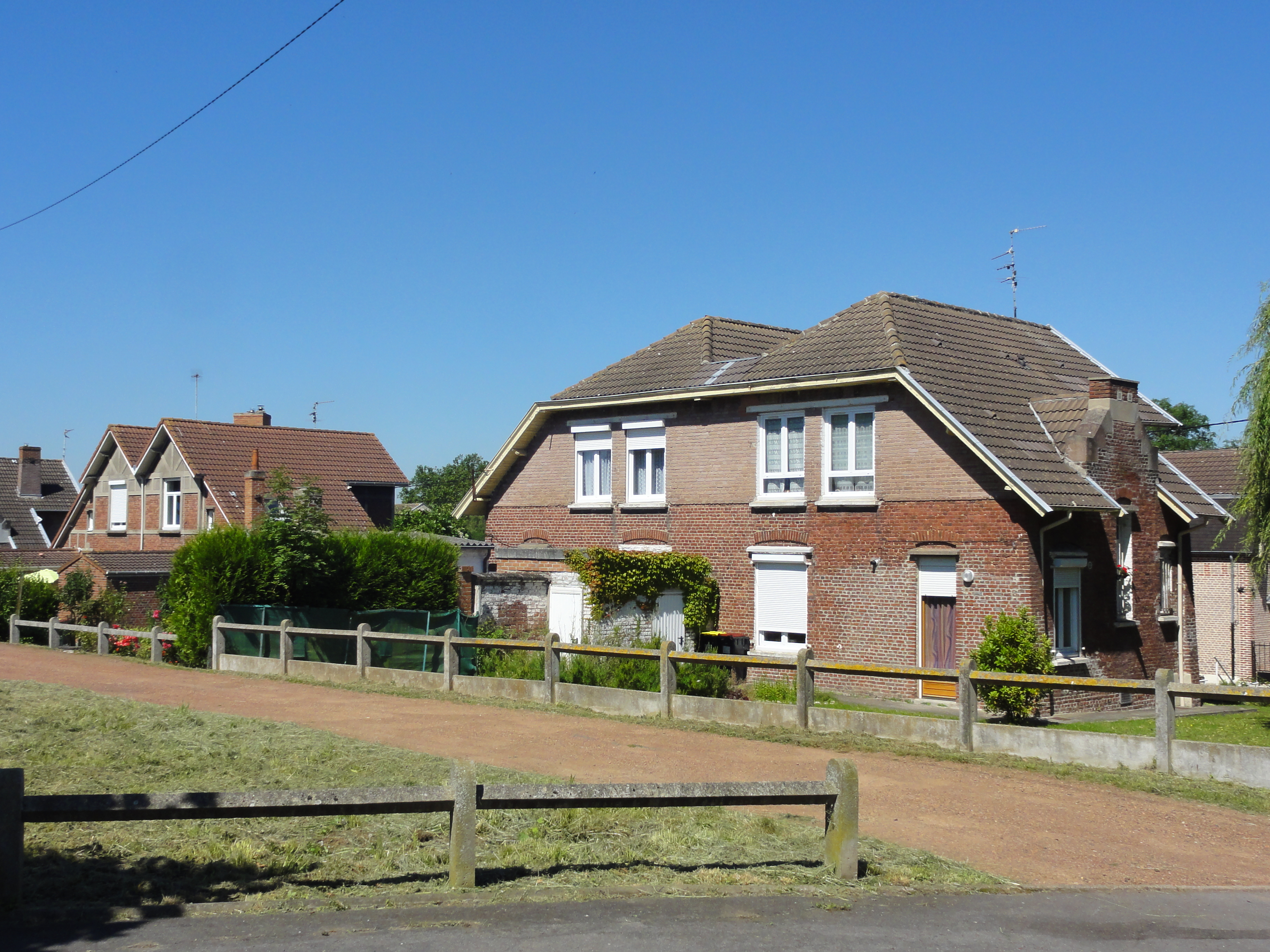
La cité des Bureaux Ouest.
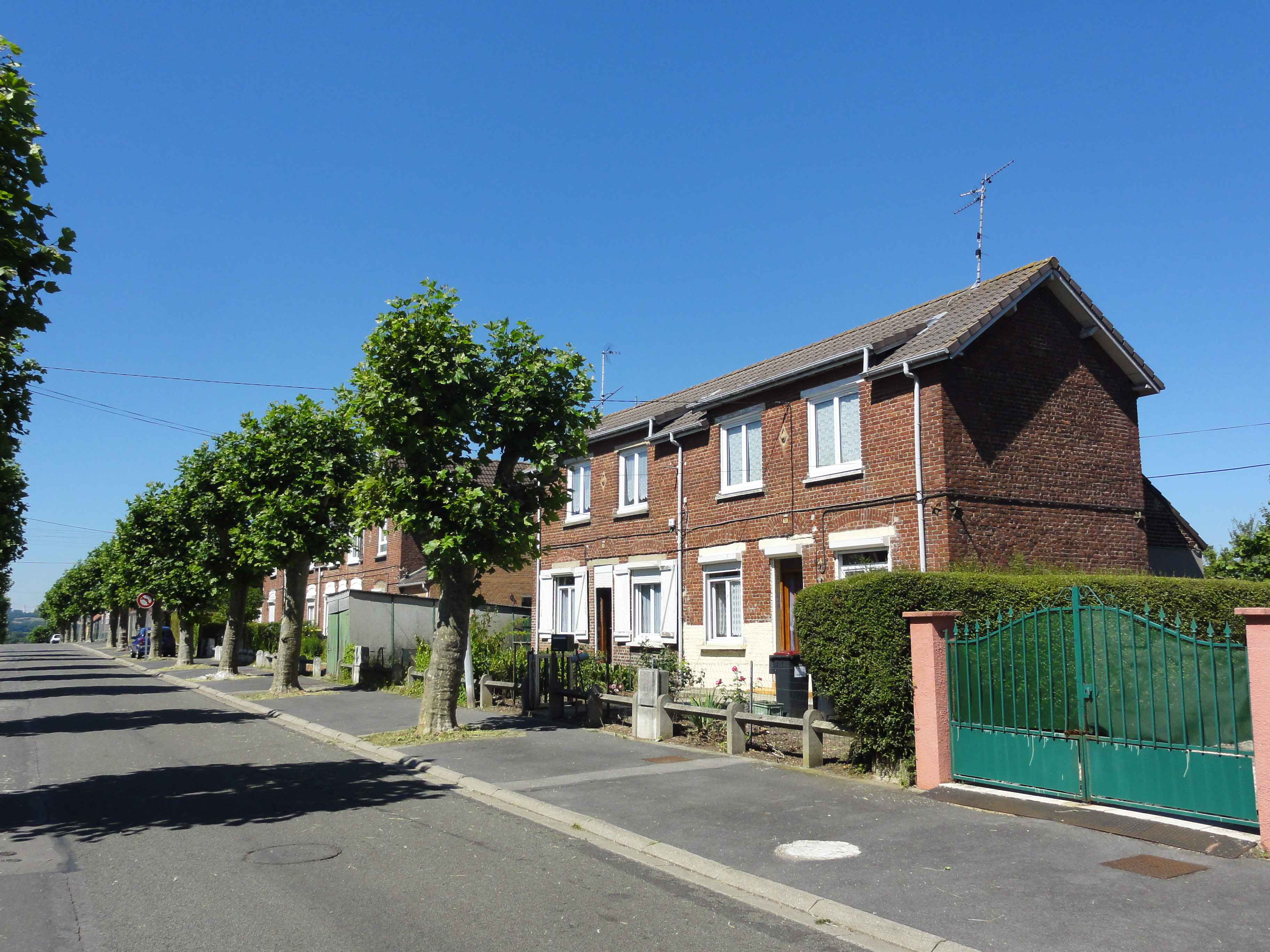
La cité des Bureaux Ouest.
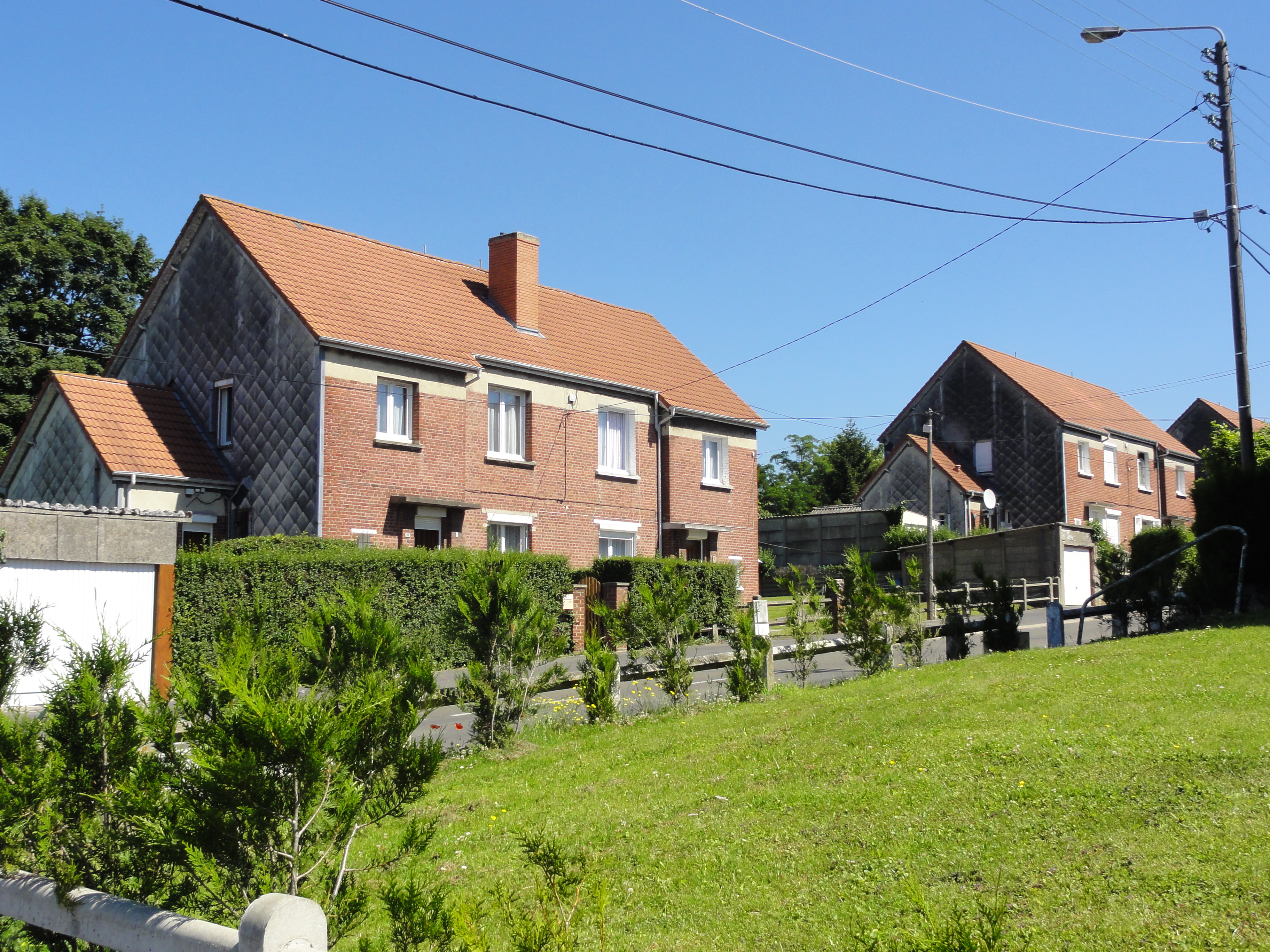
La cité des Bureaux Ouest.

### Siteno74
Le site no 74 est composé du terril no 80, Abattoir Pont Ampère, et de la cité pavillonnaire des Garennes, à Liévin. Ces éléments proviennent de la fosse no 3 - 3 bis - 3 ter des mines de Liévin à Éleu-dit-Leauwette.

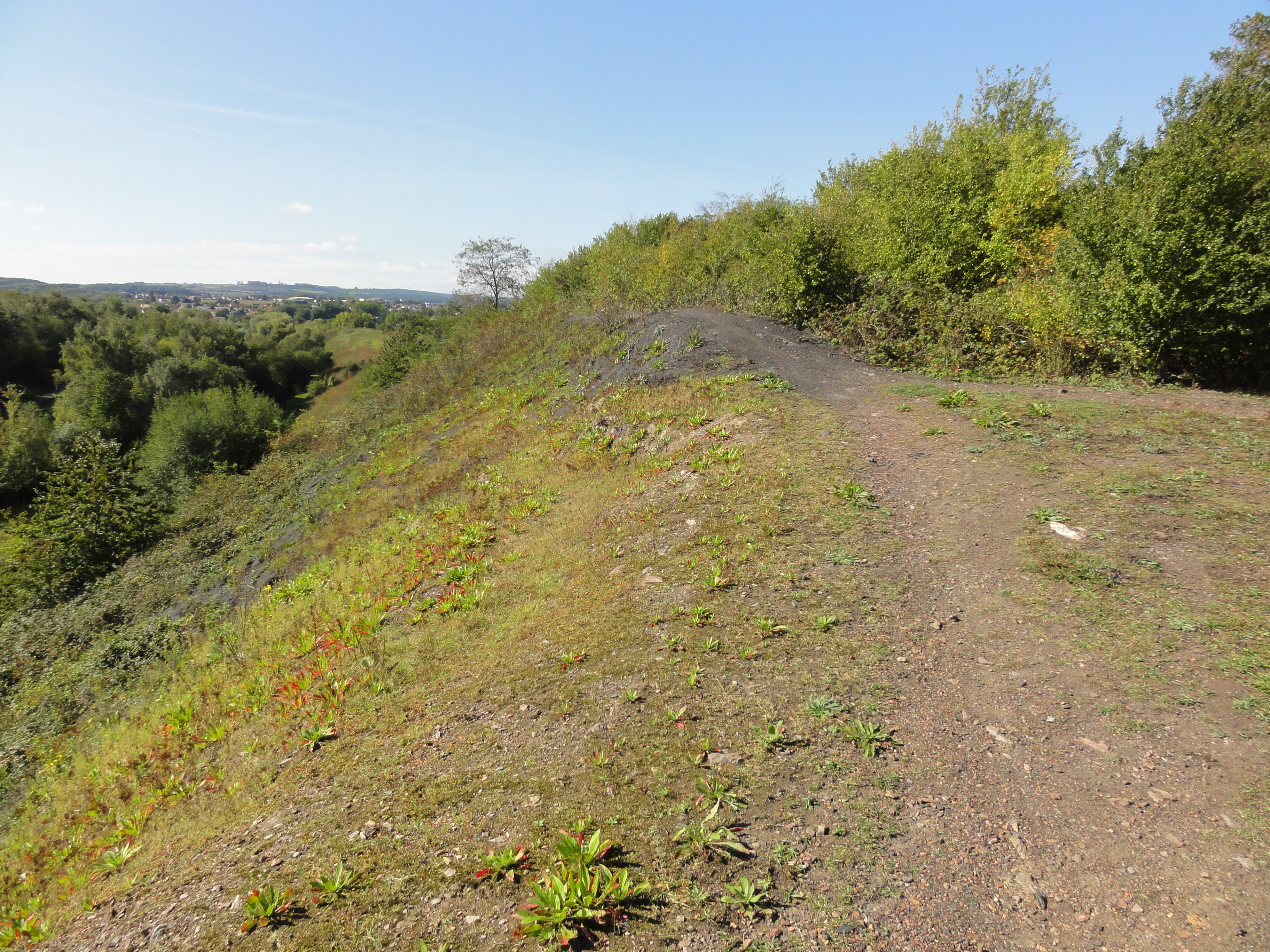
Le terril no 80.
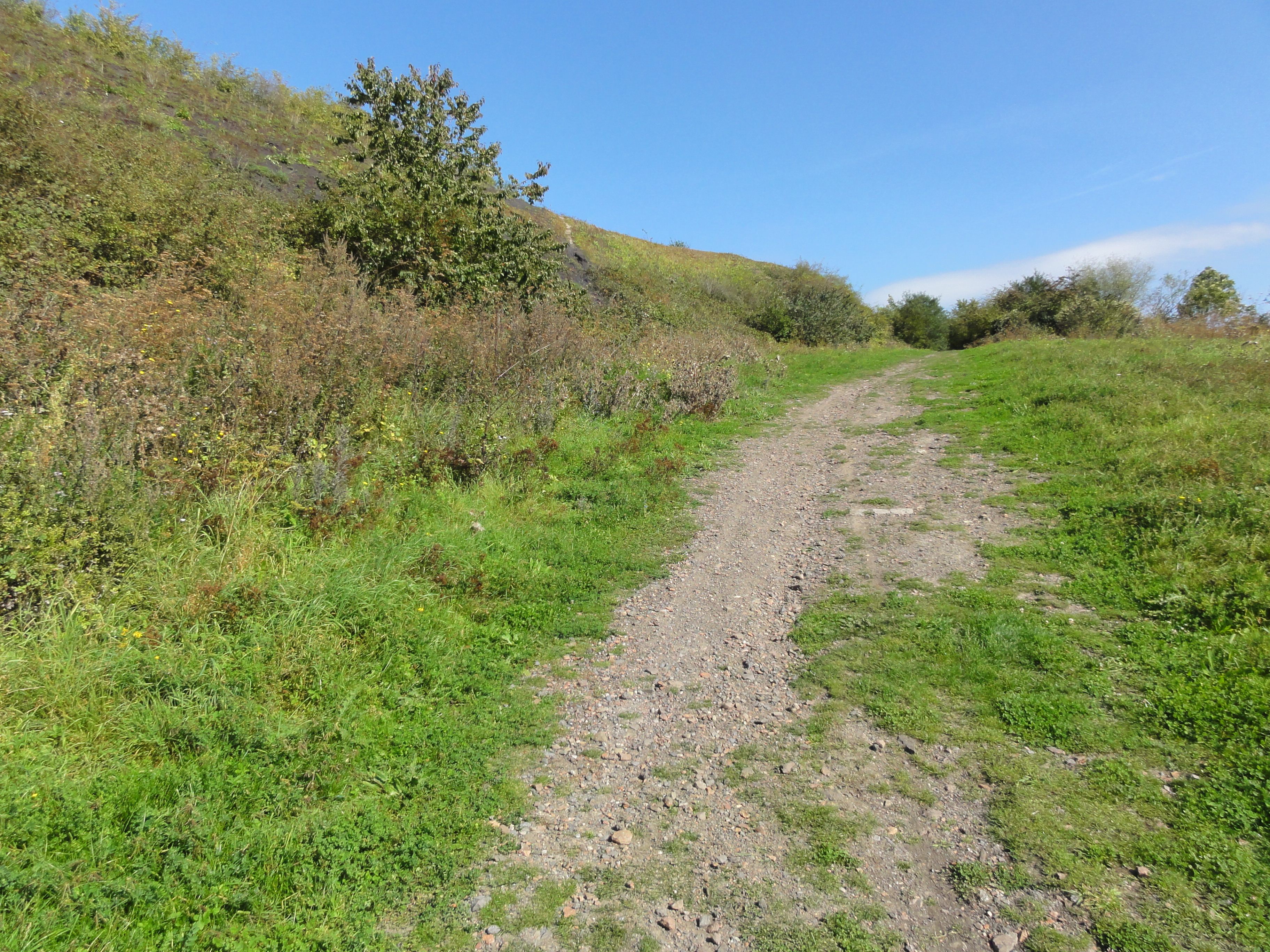
Le terril no 80.
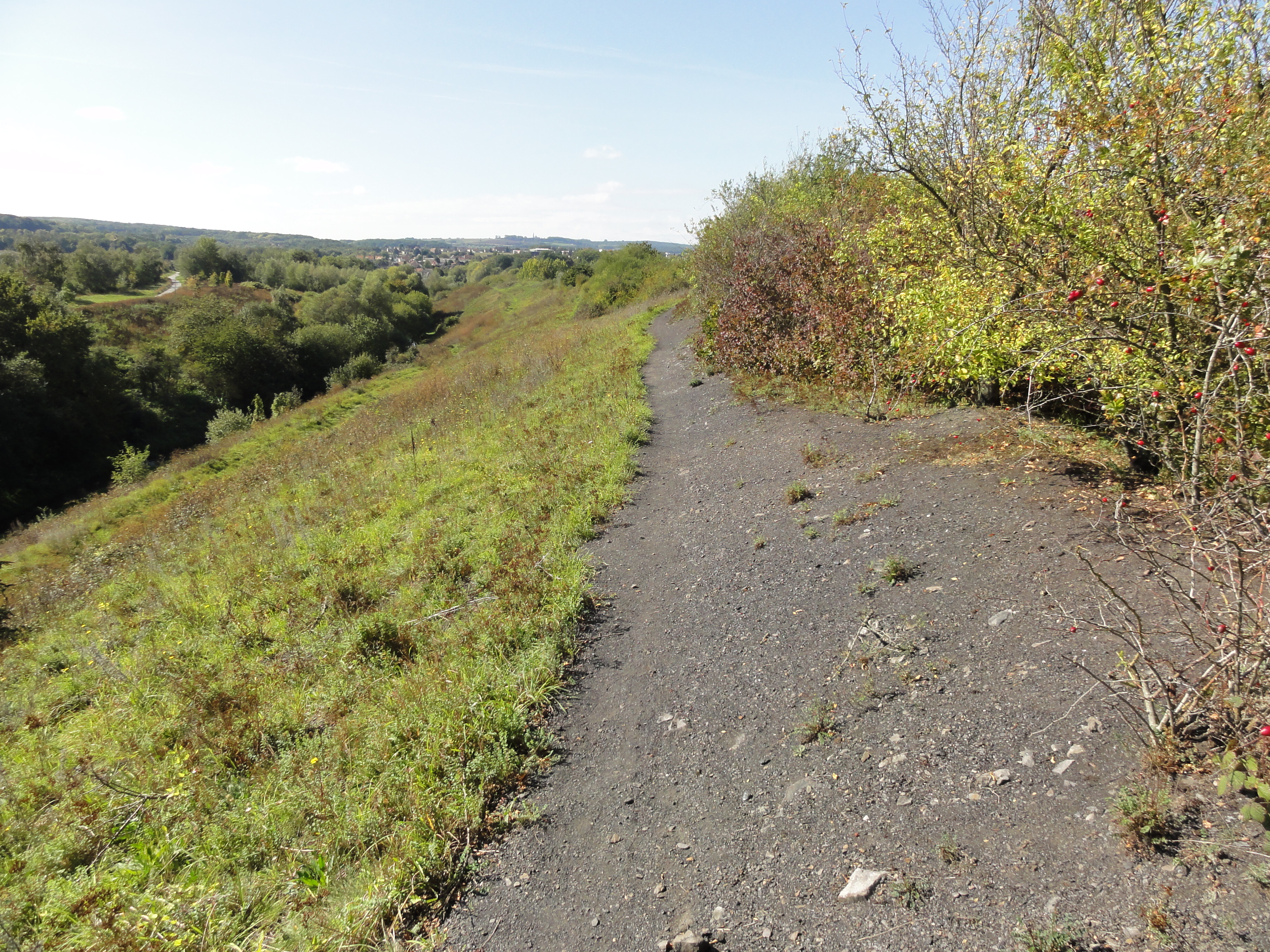
Le terril no 80.
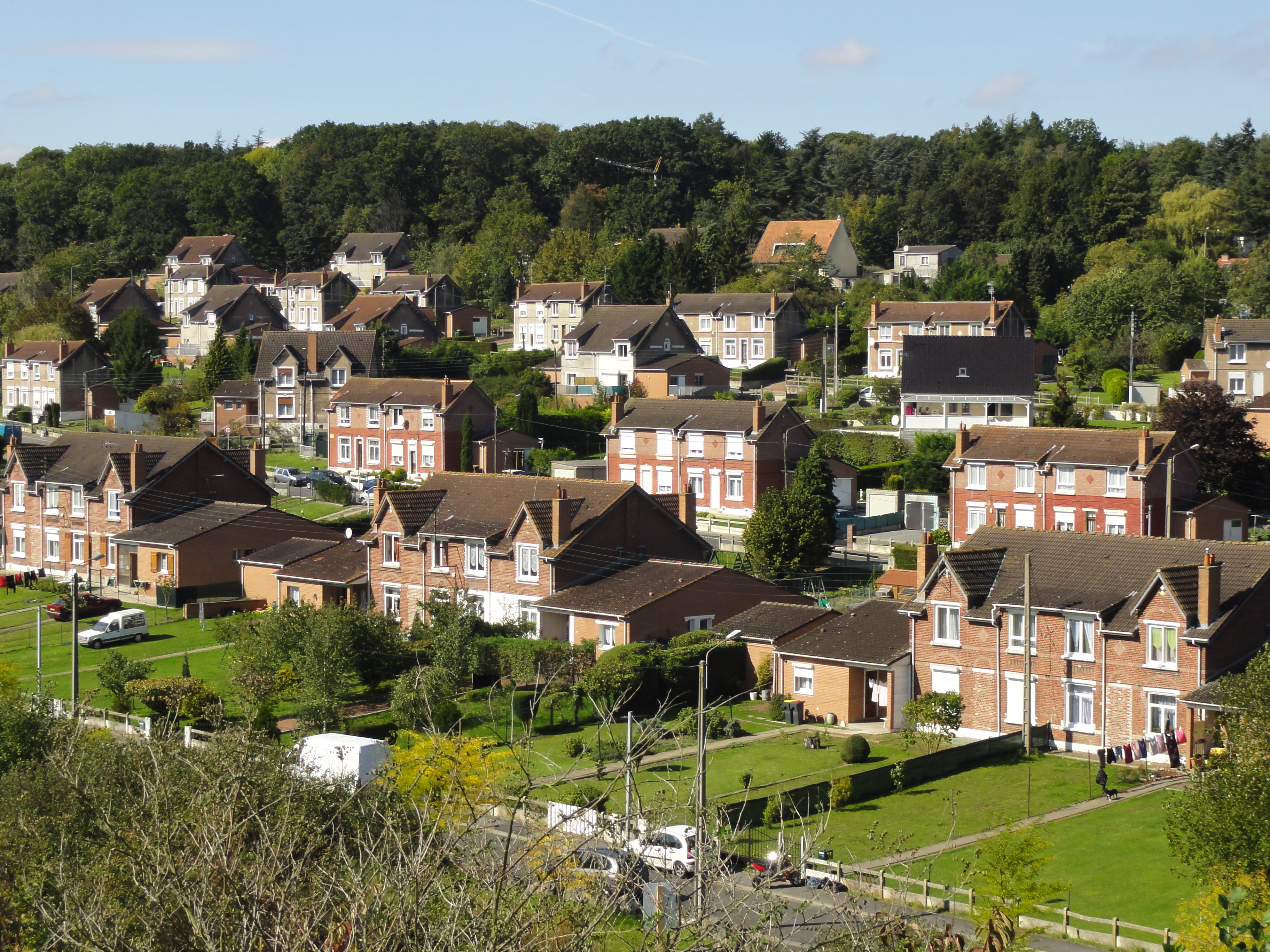
La cité des Garennes.
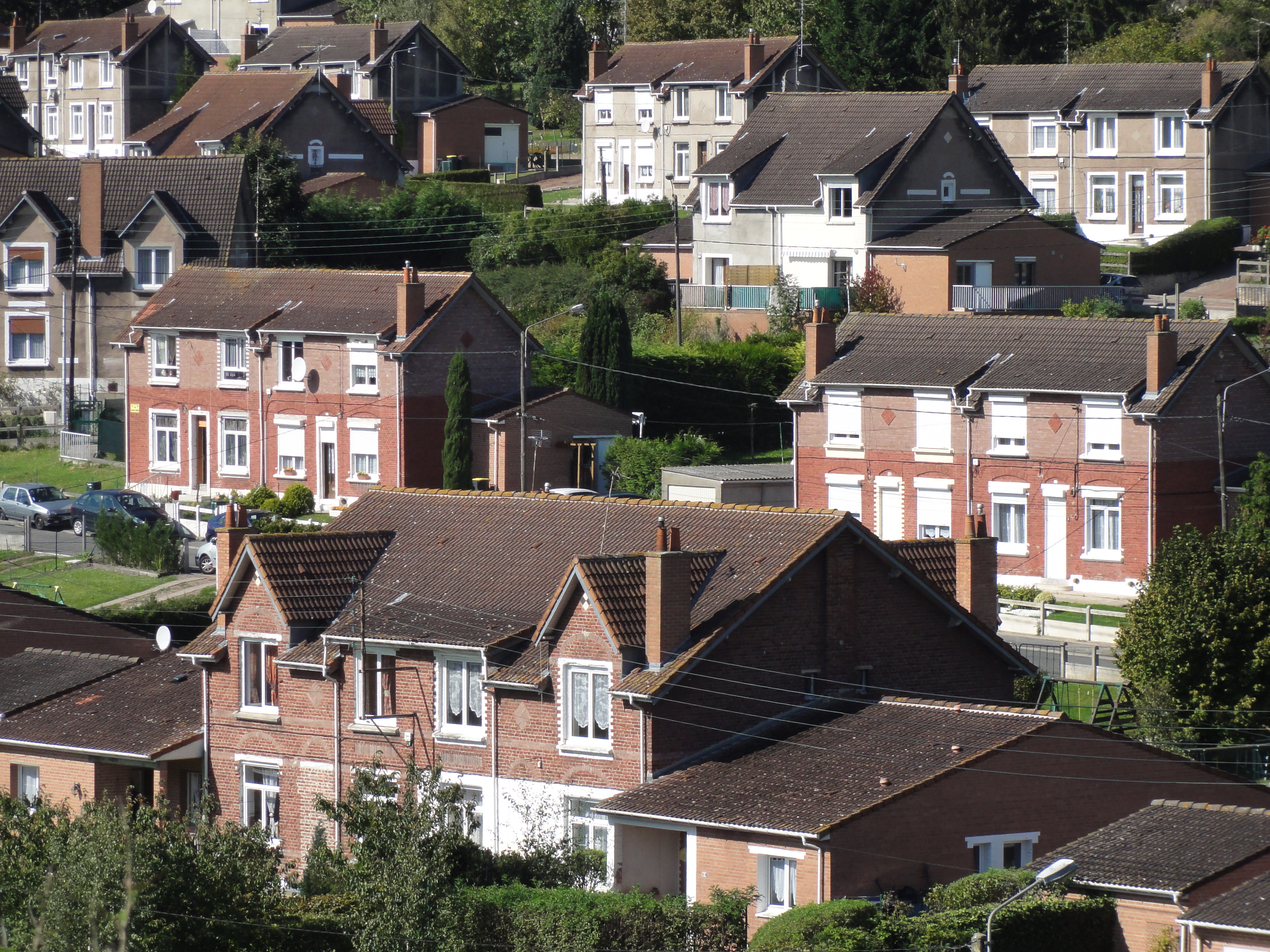
La cité des Garennes.
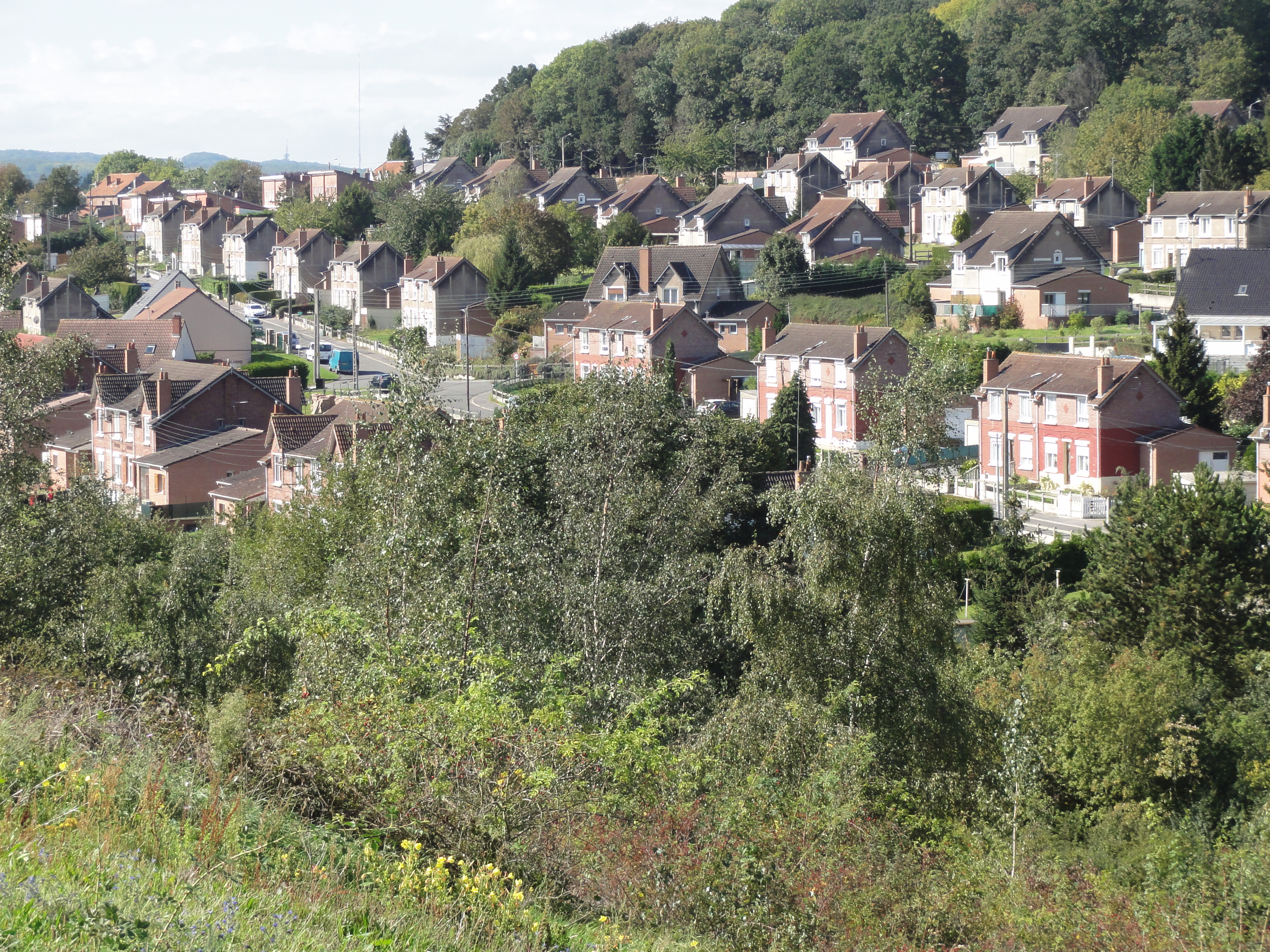
La cité des Garennes.

### Siteno75
Le site no 75 est constitué par la cité pavillonnaire des Petits Bois, à Liévin, liée à la fosse no 3 - 3 bis - 3 ter.

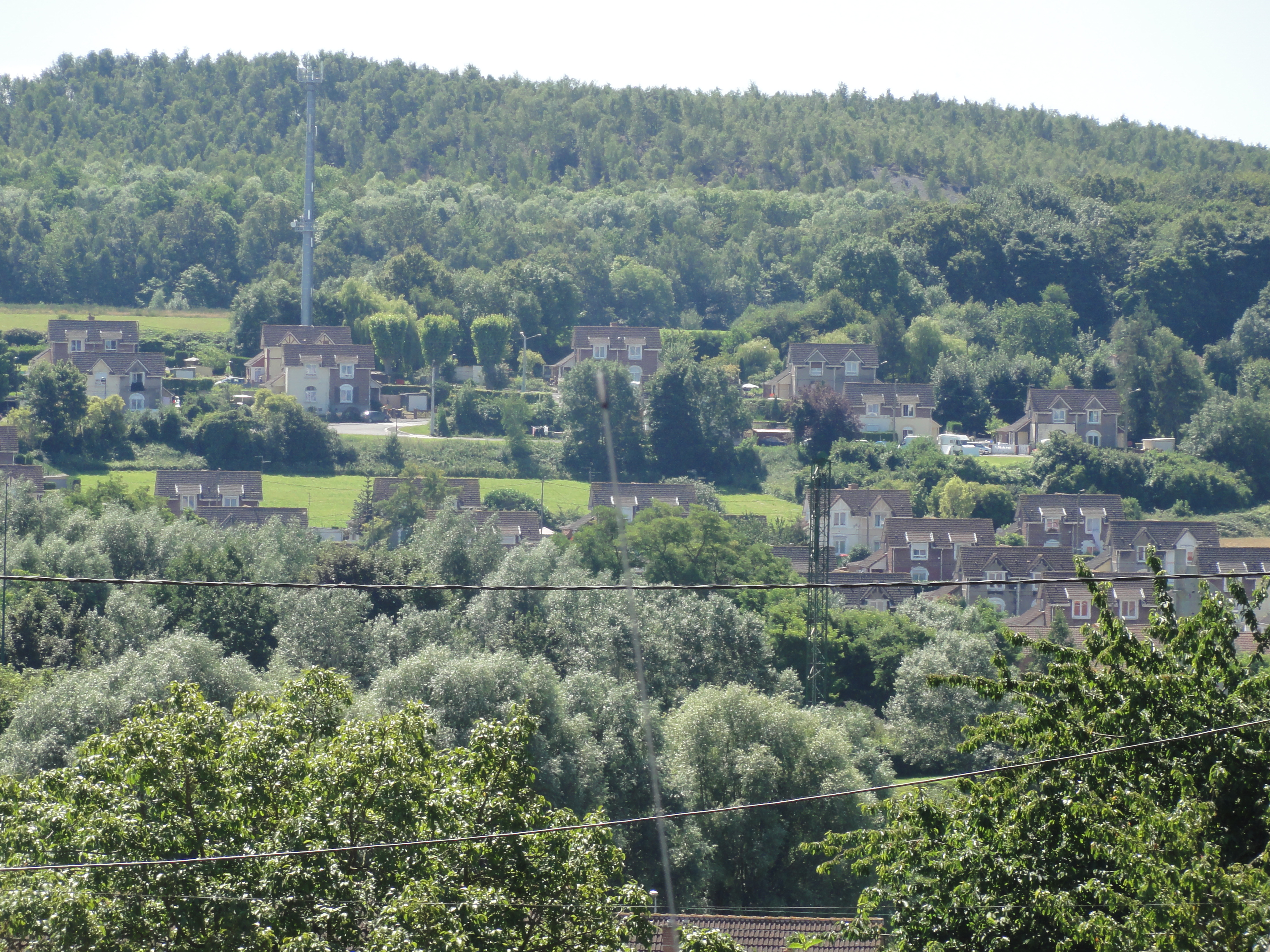
La cité des Petits Bois.
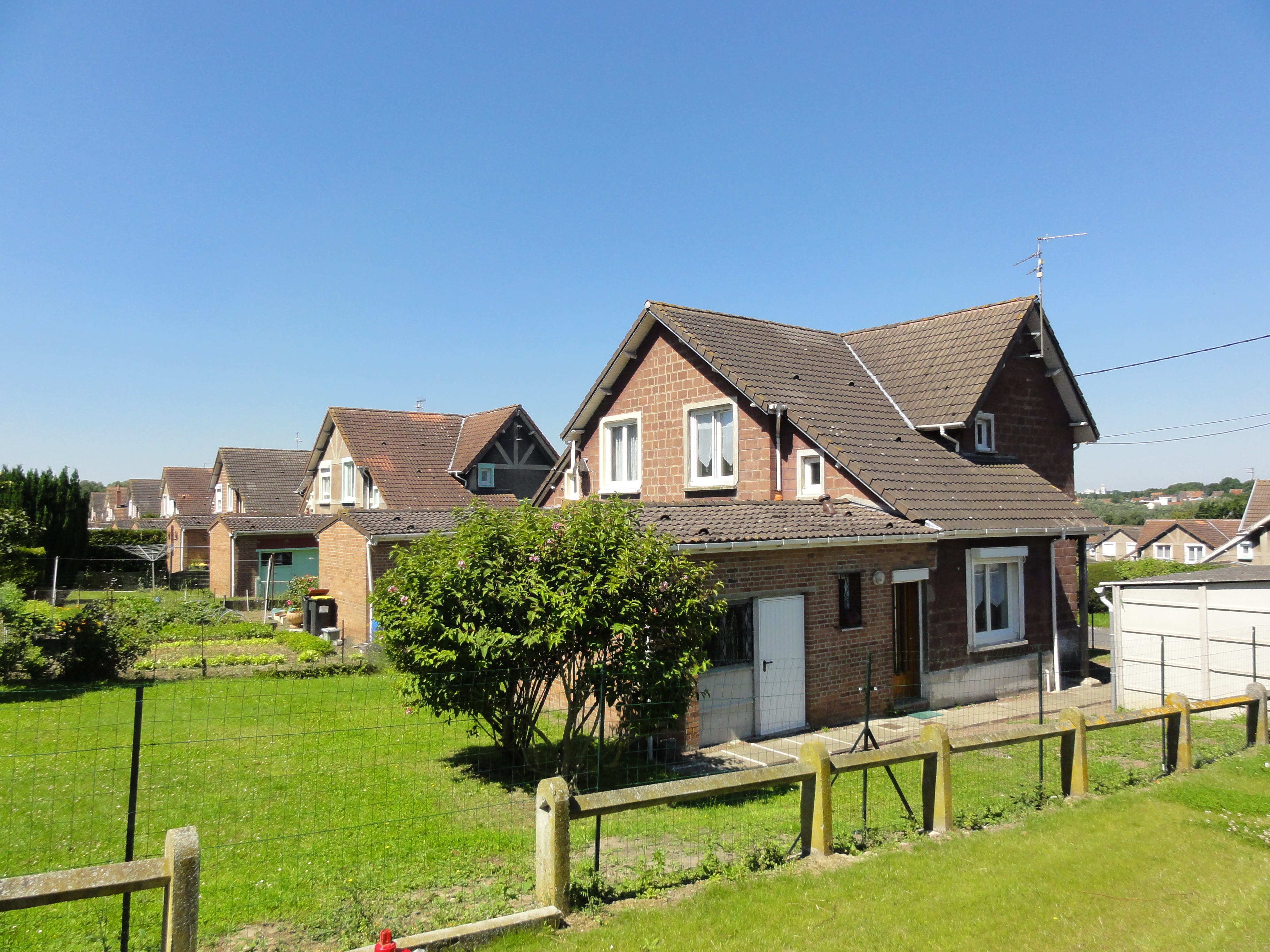
La cité des Petits Bois.
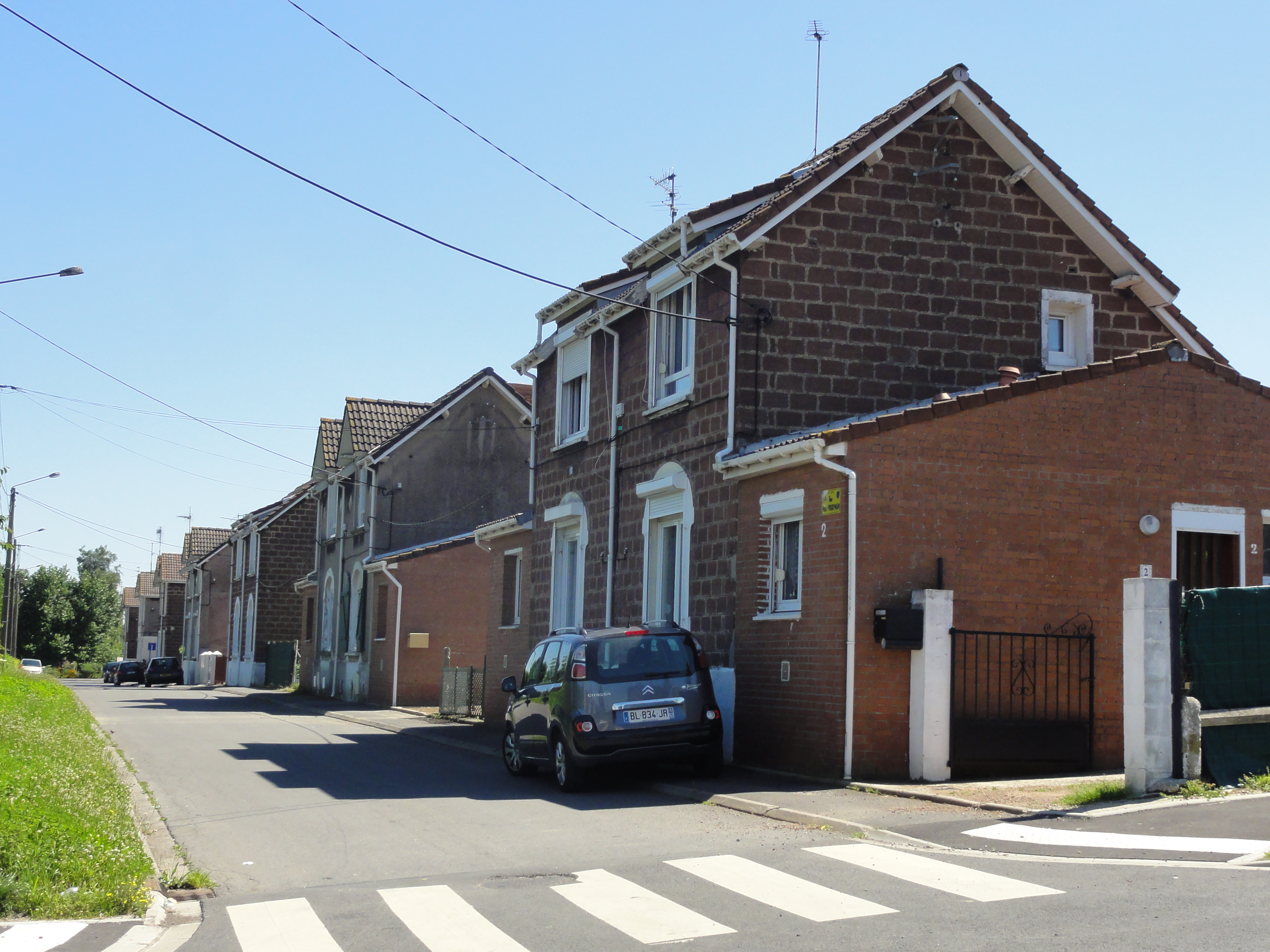
La cité des Petits Bois.
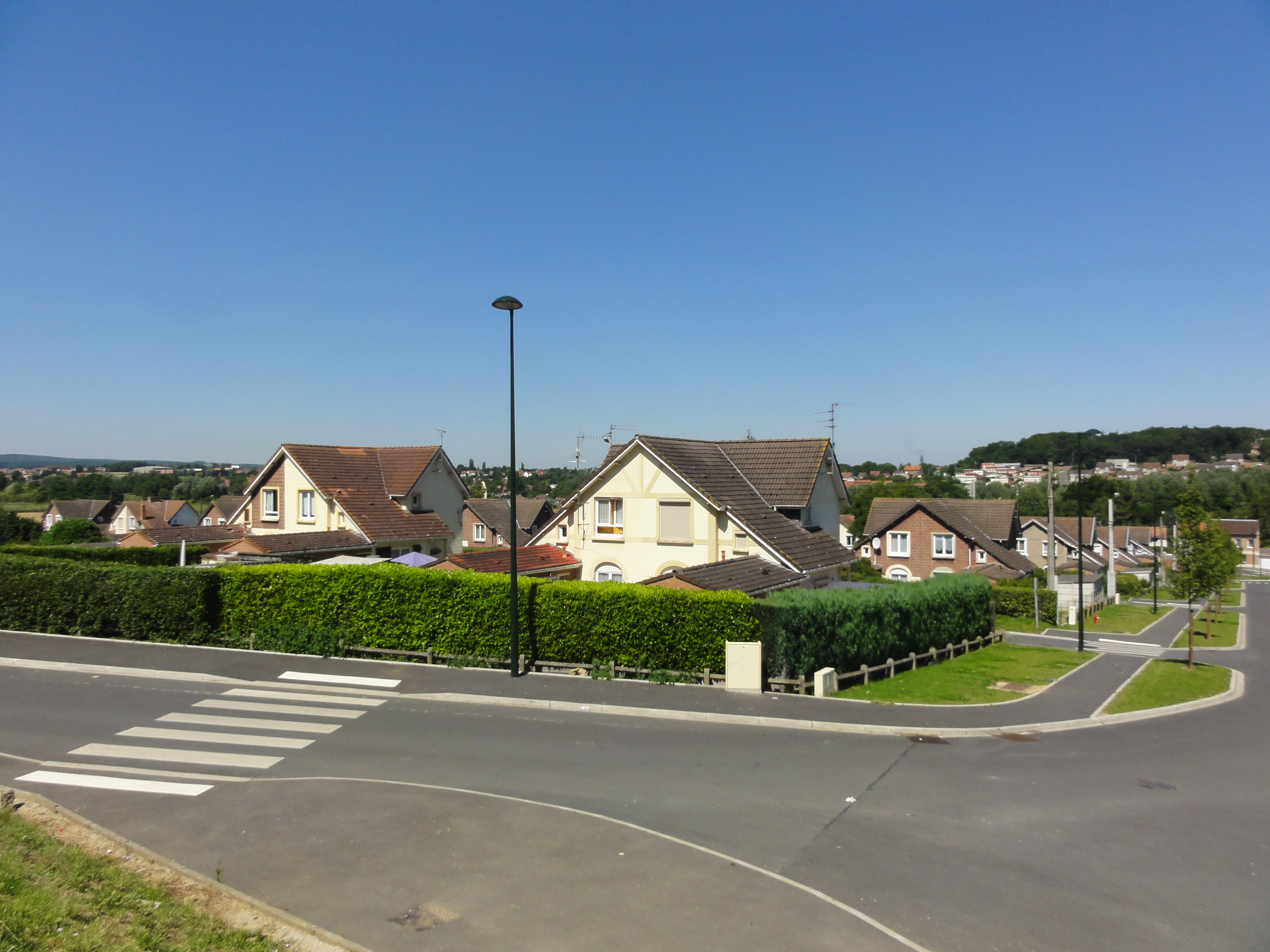
La cité des Petits Bois.
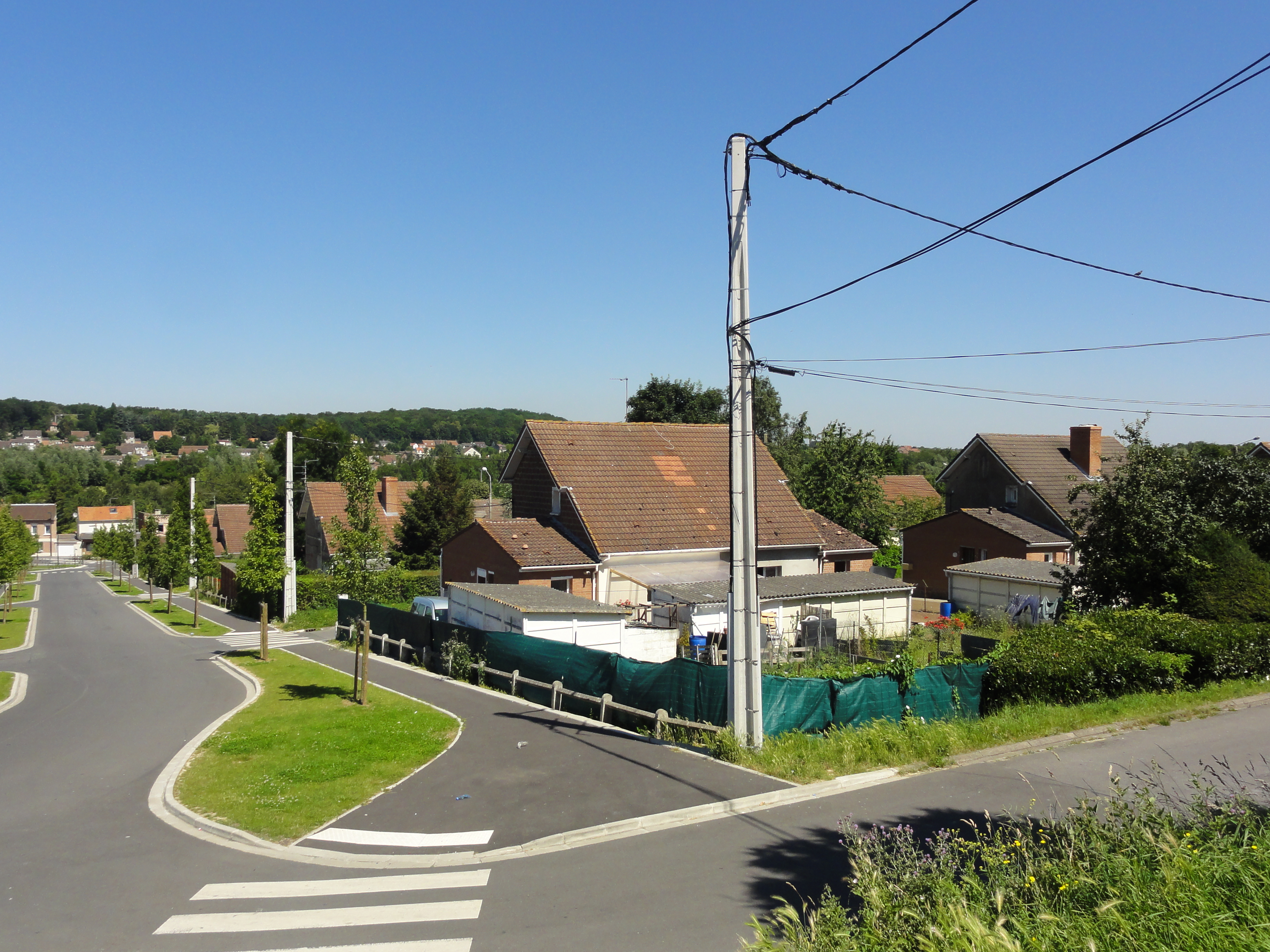
La cité des Petits Bois.
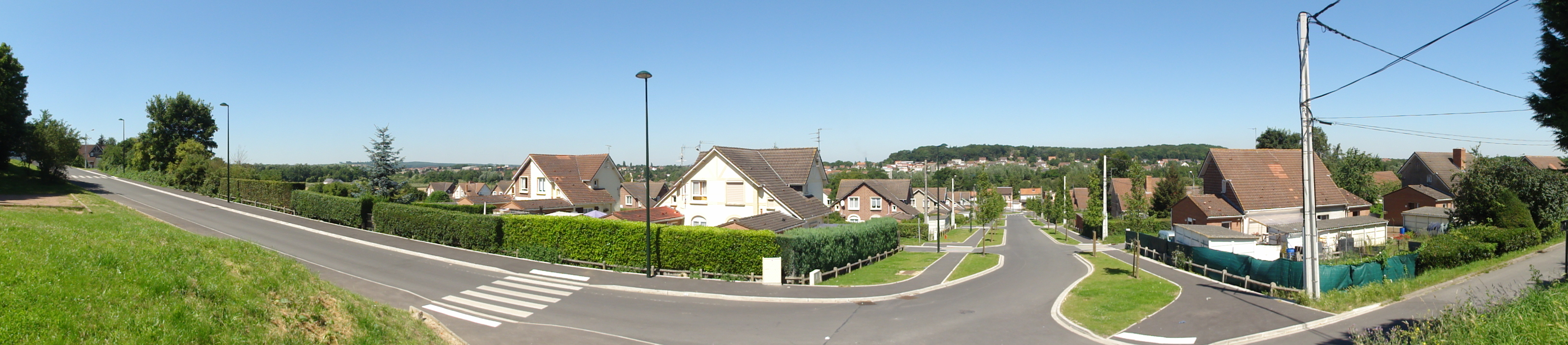
La cité des Petits Bois.

### Siteno76
Le site no 76 est composé du terril no 75, Pinchonvalles, à Avion (et Liévin dans une moindre mesure), issu des fosses nos 6 - 6 bis et 7 - 7 bis des mines de Liévin, d'un cavalier reliant ce terril à la fosse no 7 - 7 bis, de la cité-jardin du Bouvier et de son école, et de la cité de corons des Pinchonvalles.

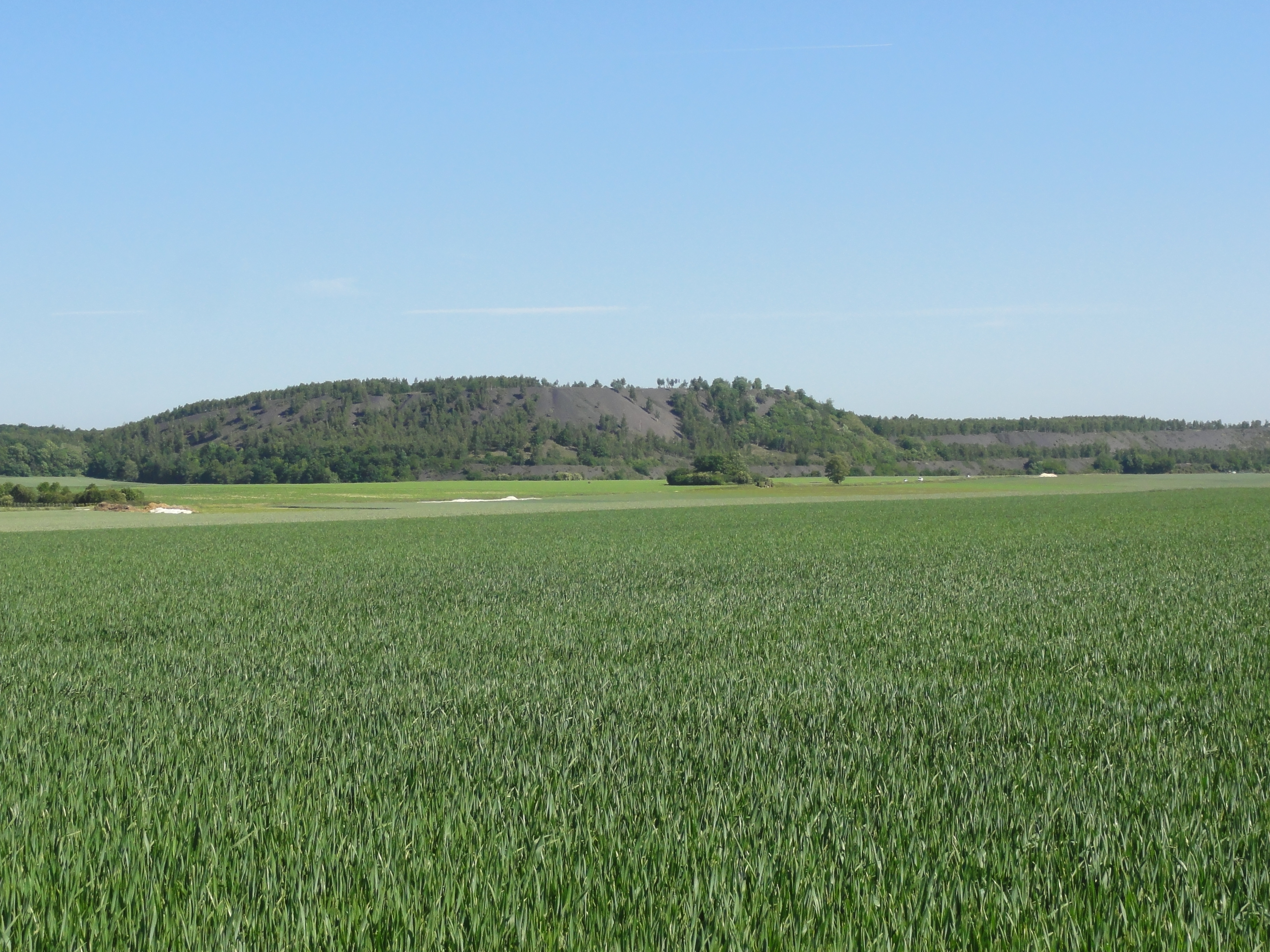
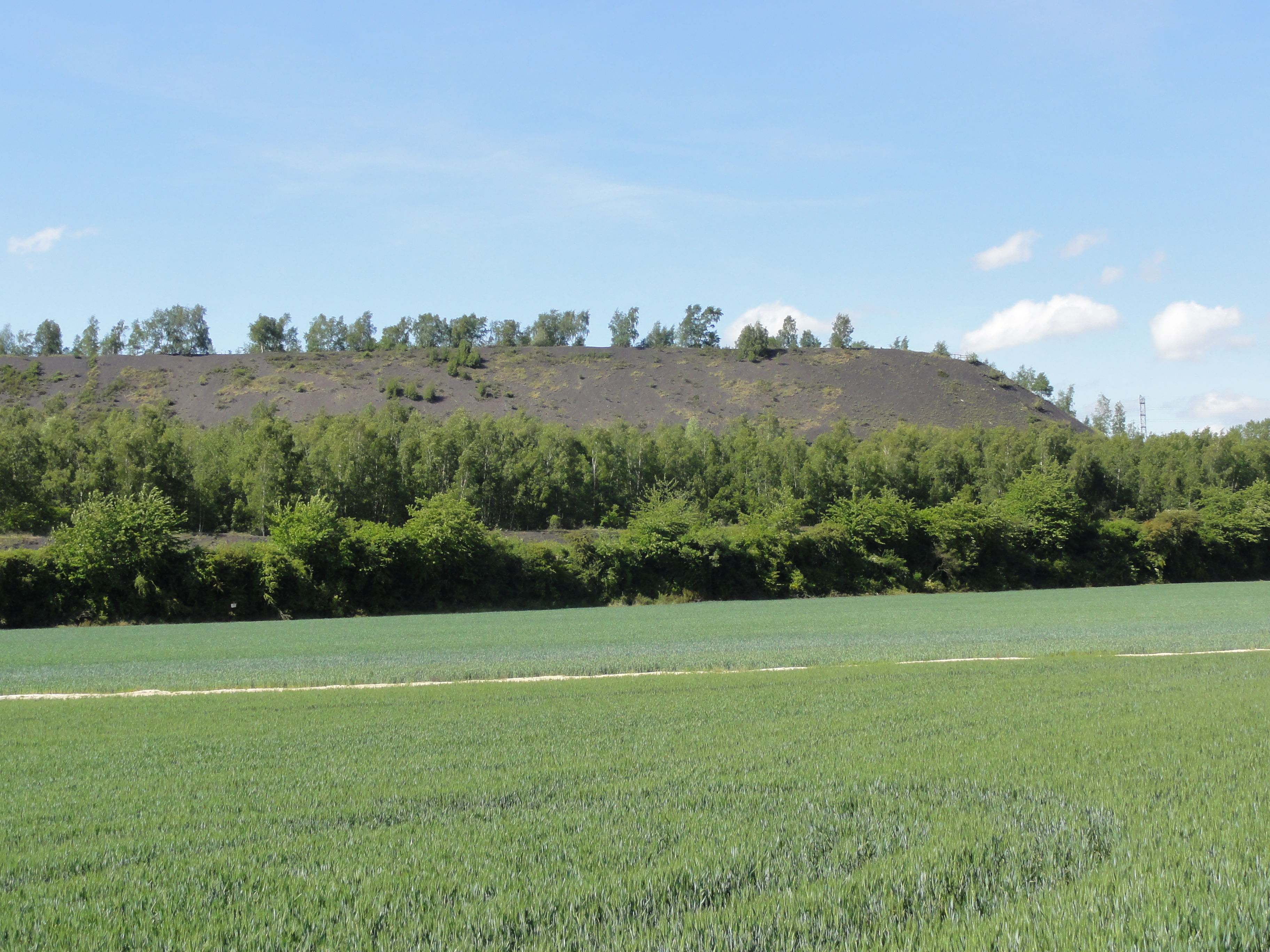
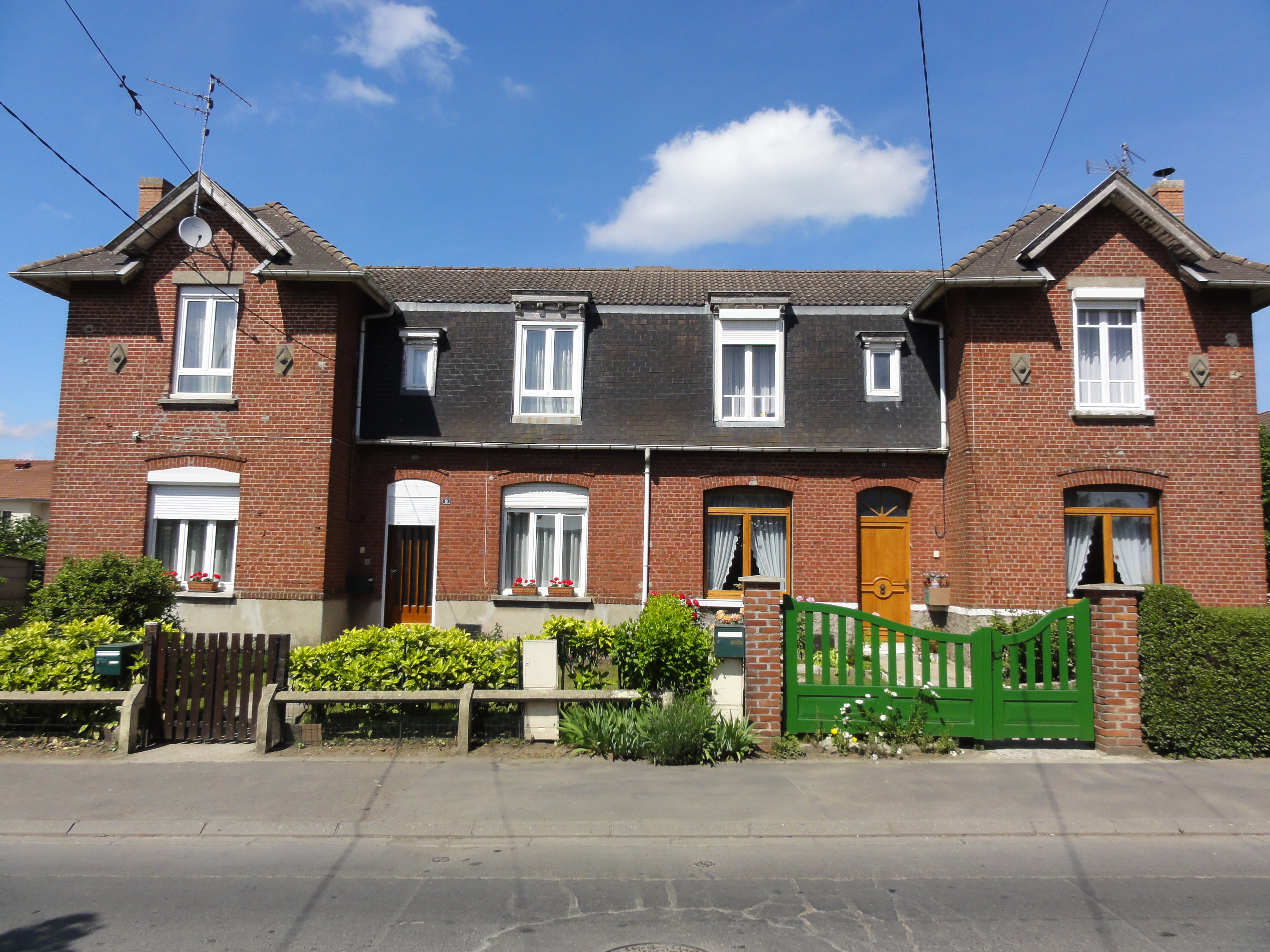
La cité-jardin.
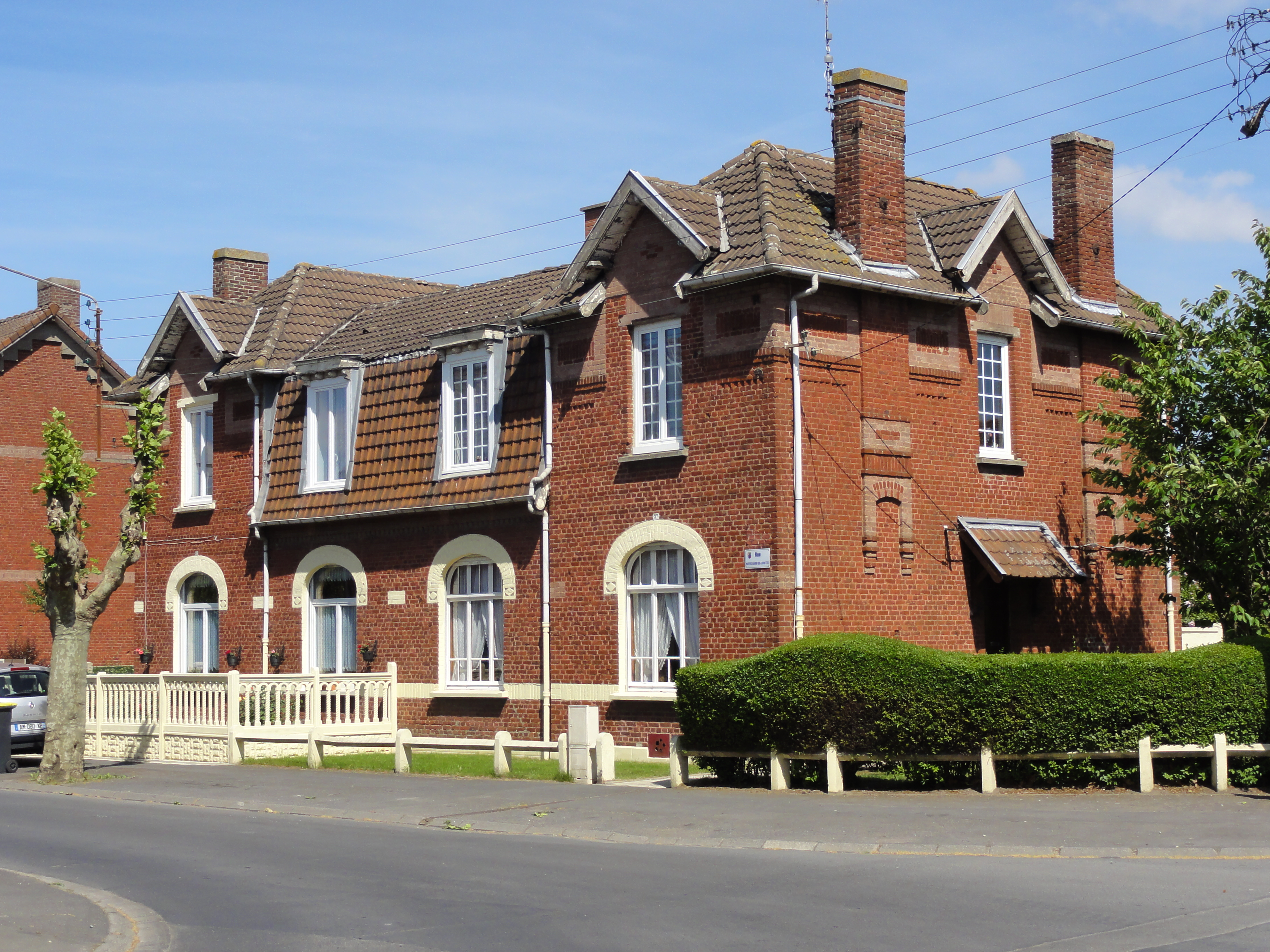
La cité-jardin.
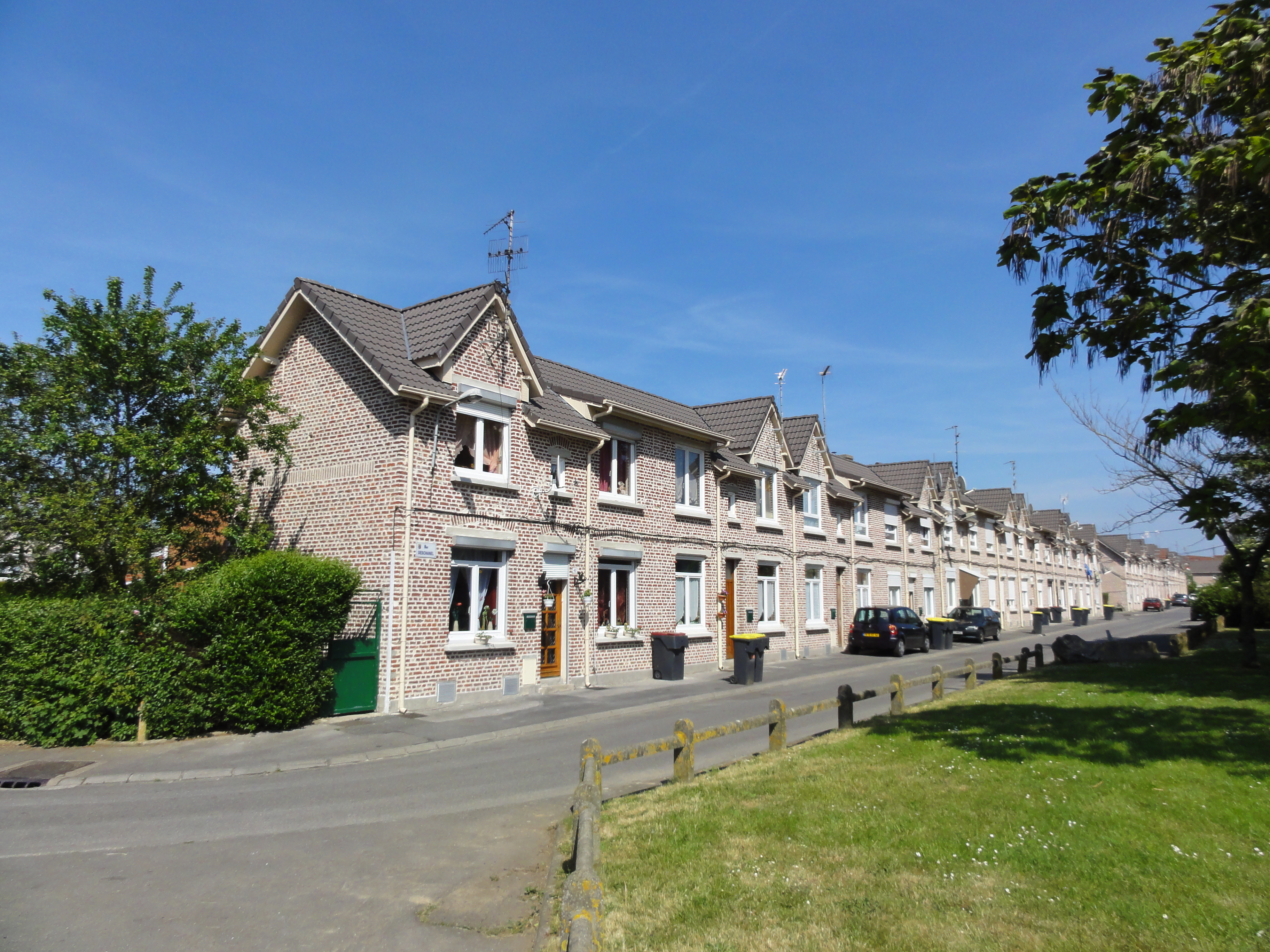
La cité de corons.
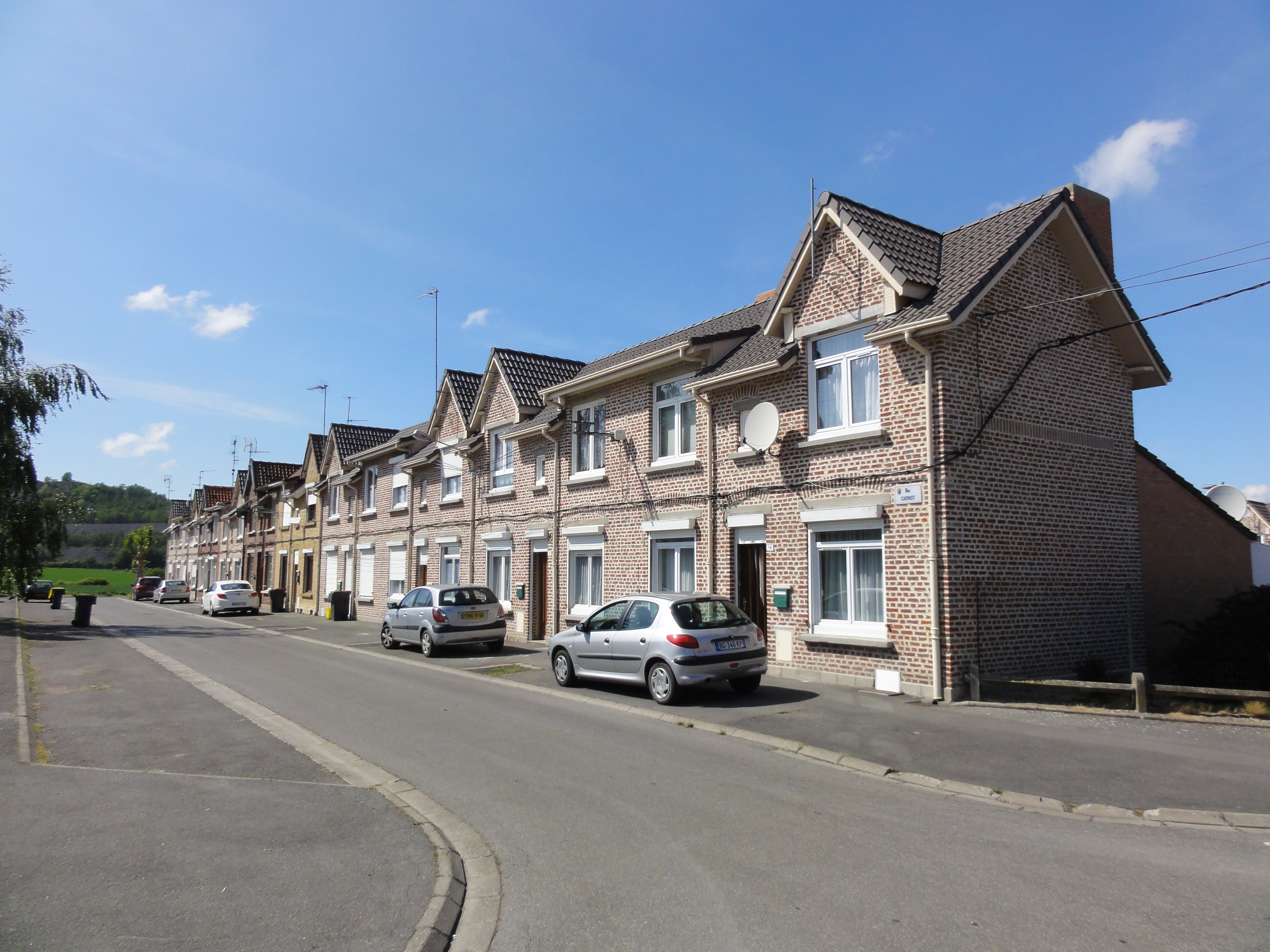
La cité de corons.

### Siteno77
Le site no 77 est formé par la cité-jardin d'Auchy, à Violaines.

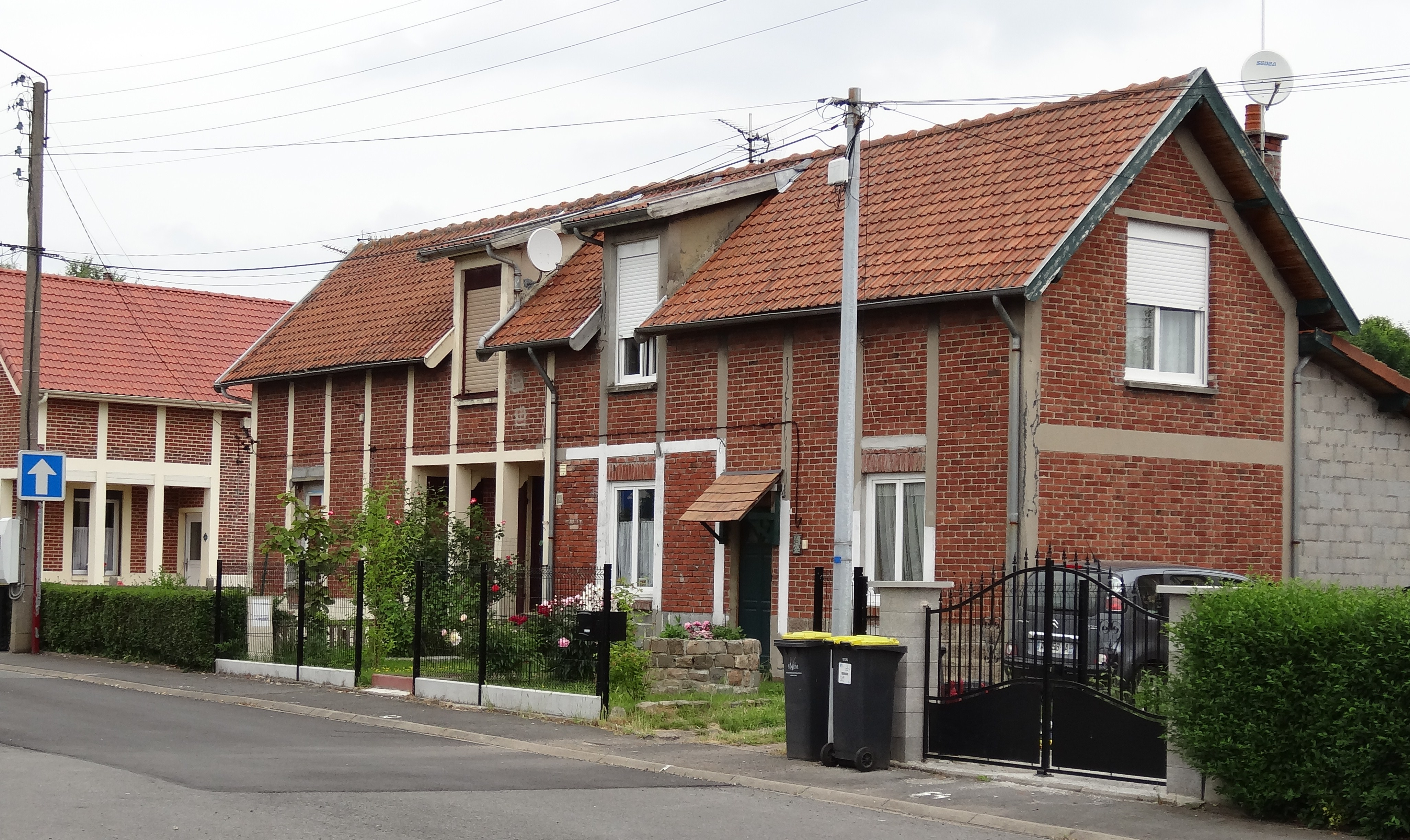
La cité d'Auchy.
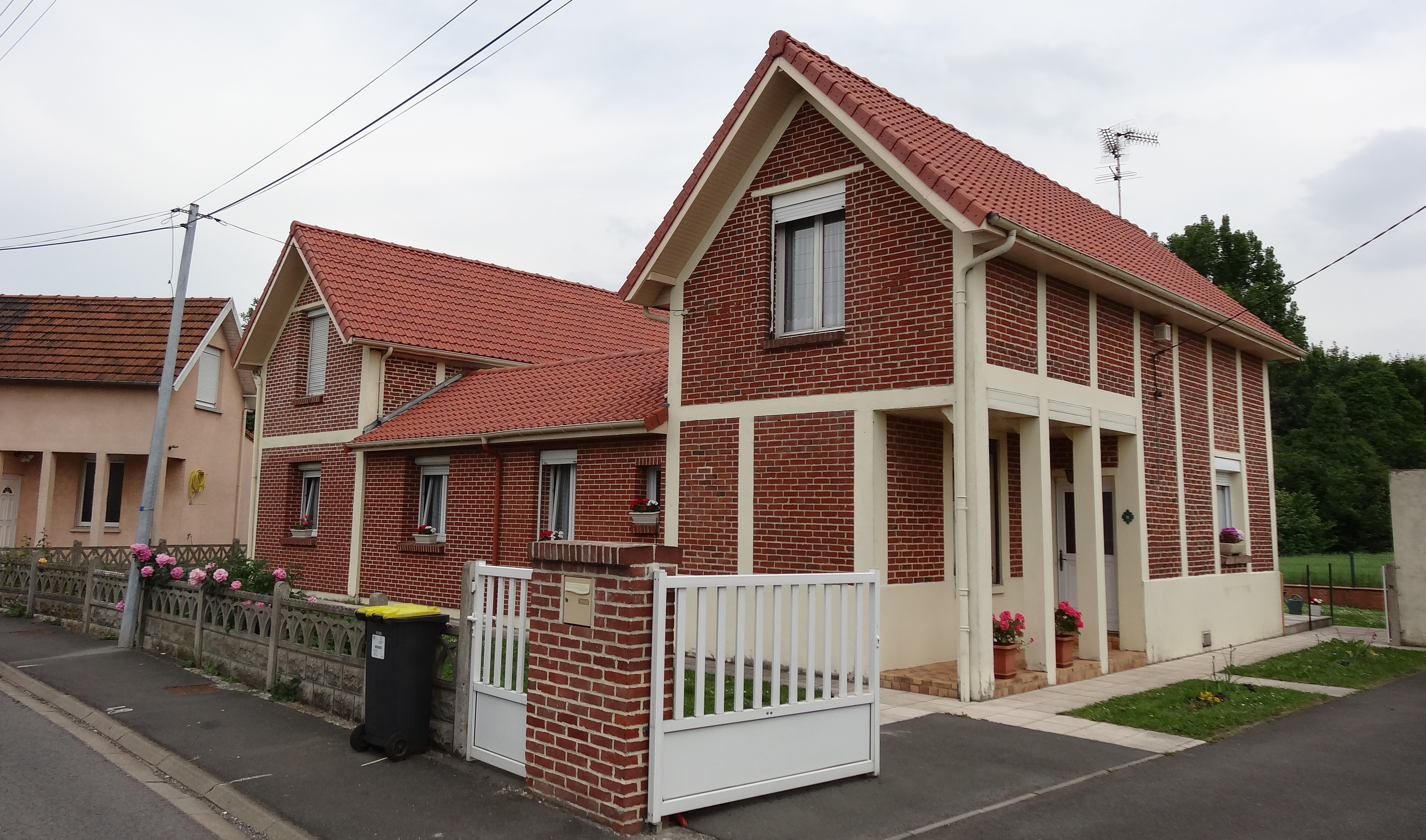
La cité d'Auchy.
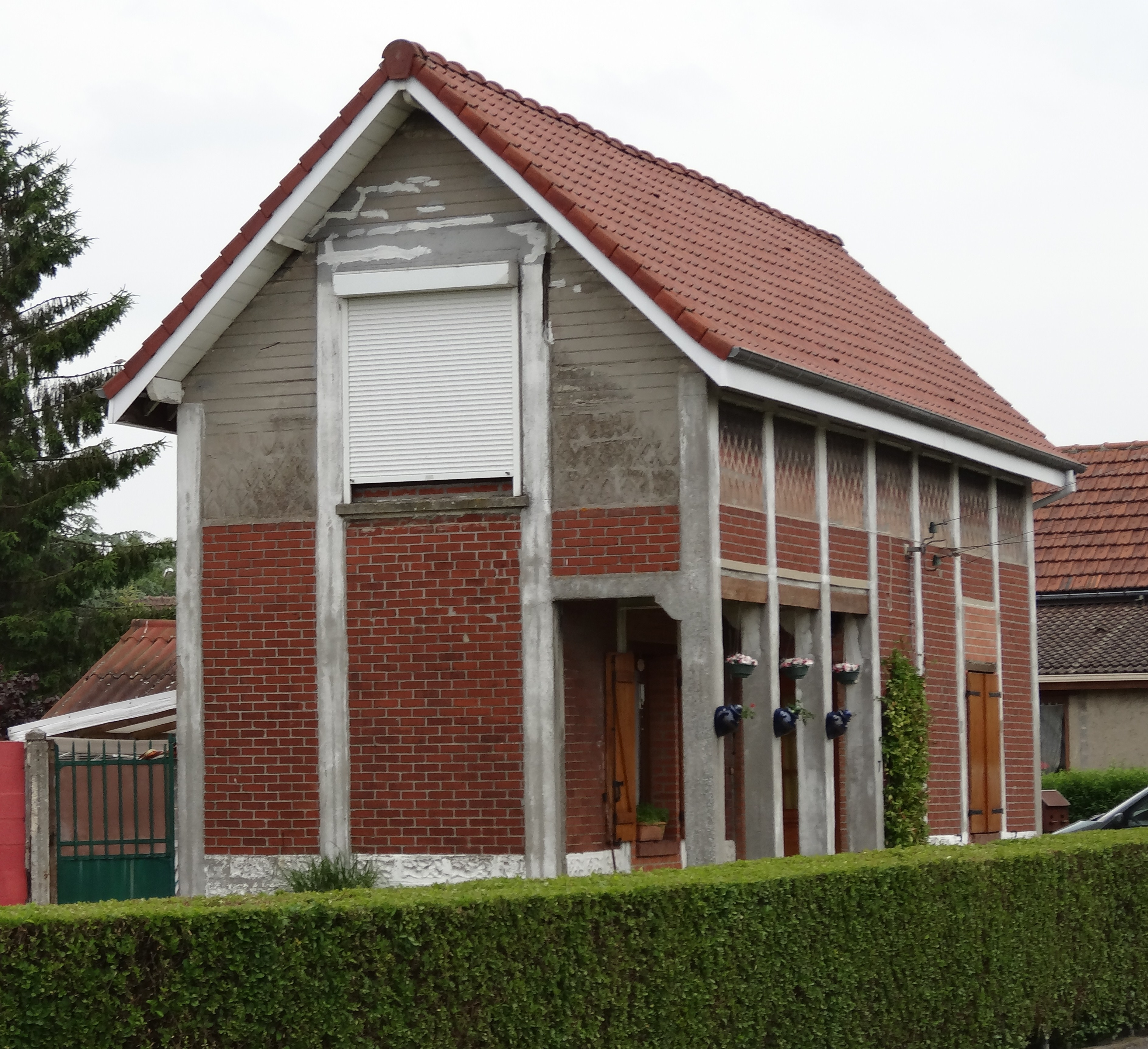
La cité d'Auchy.
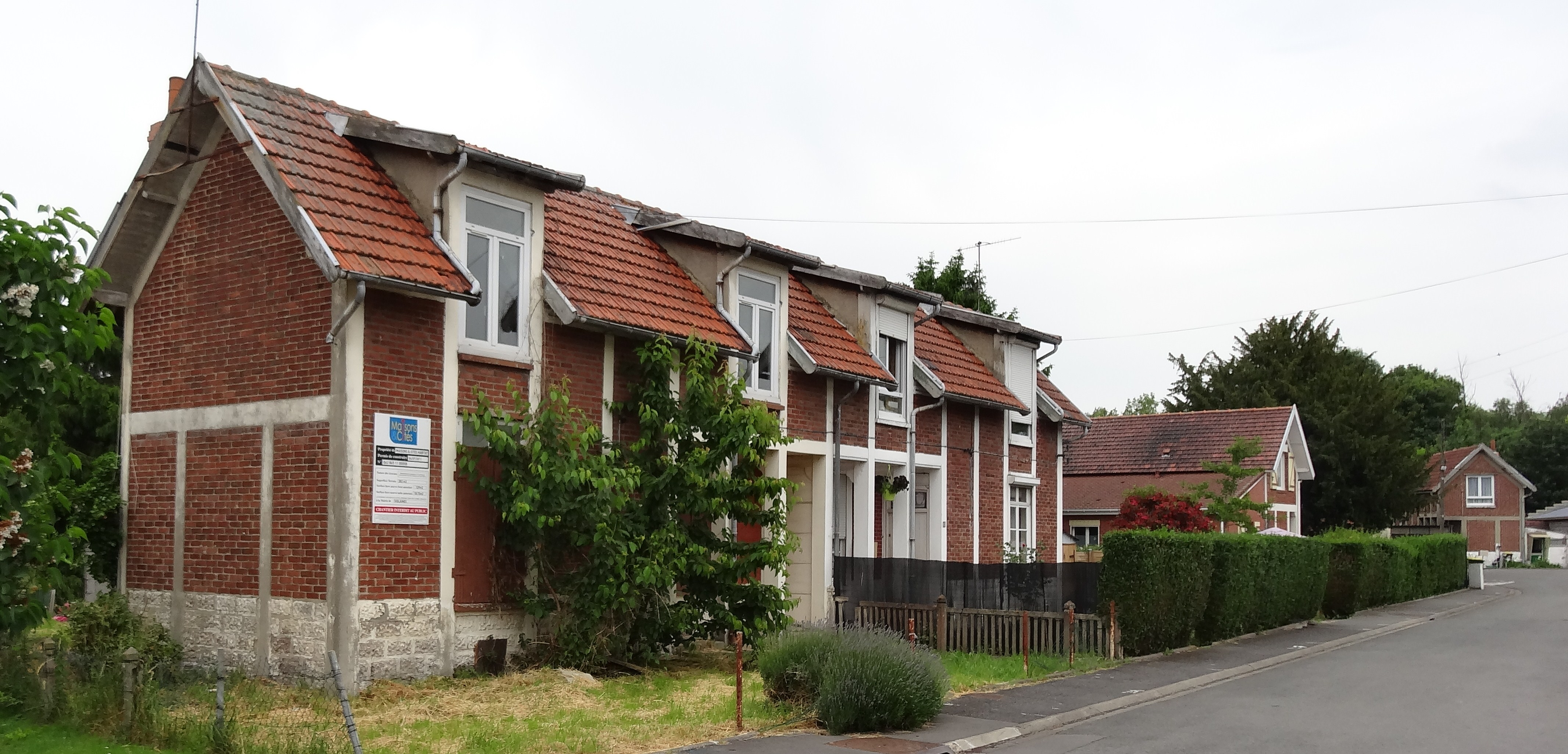
La cité d'Auchy.
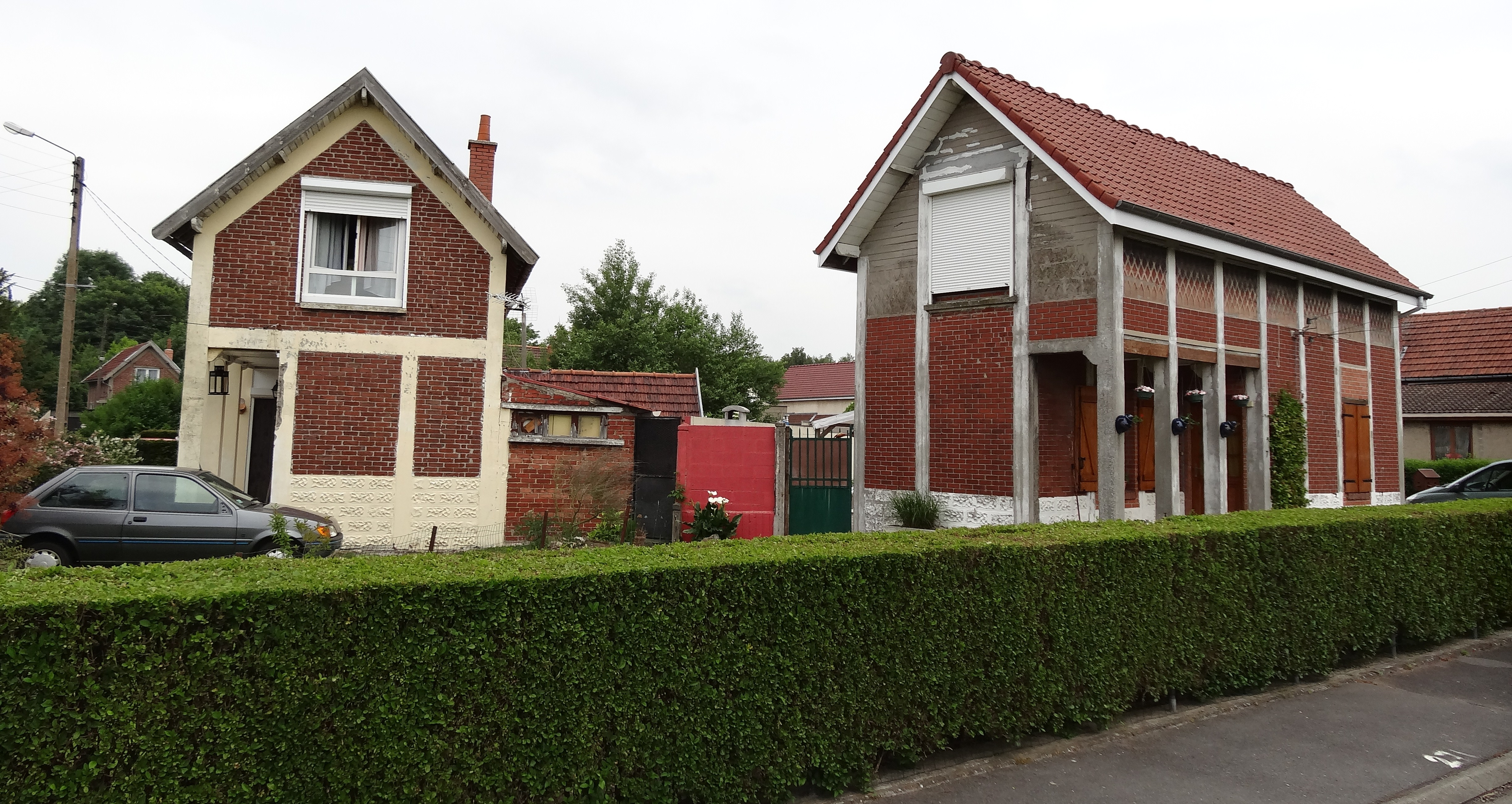
La cité d'Auchy.
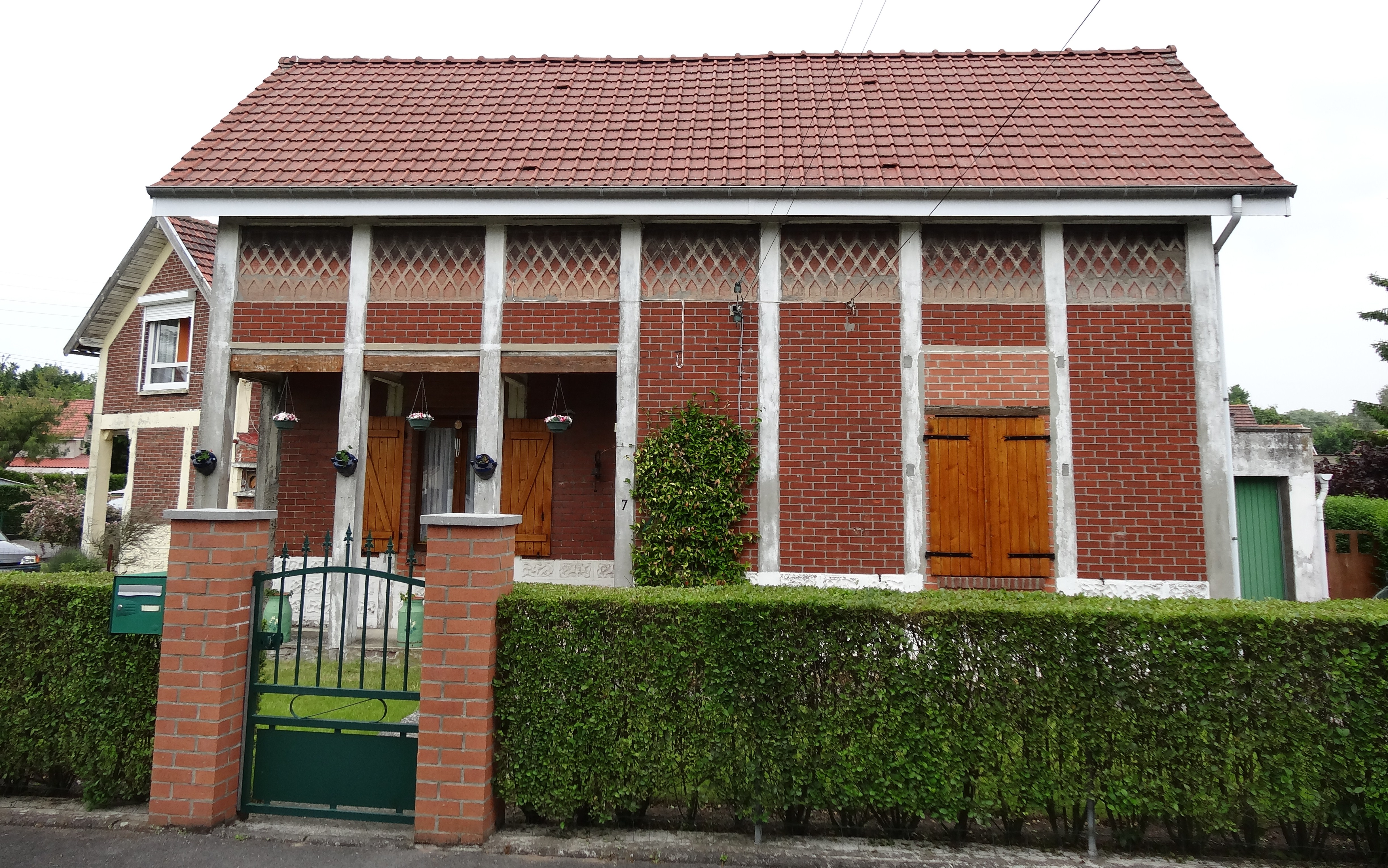
La cité d'Auchy.

### Siteno78
Le site no 78 est constitué de la cité pavillonnaire no 9 à Annequin et Sailly-Labourse et, à Annequin, de l'école et du dispensaire de la Société de Secours Minière. Ces éléments ont été bâtis pour la fosse no 9 des mines de Béthune. Elle reprend également la partie déferrée de la ligne de Bully - Grenay à La Bassée - Violaines, ainsi que l'embranchement vers la fosse no 9 des mines de Béthune, sur les communes d'Annequin, Noyelles-lès-Vermelles, Vermelles, Cambrin, Cuinchy, Vermelles (à nouveau), et Auchy-les-Mines.

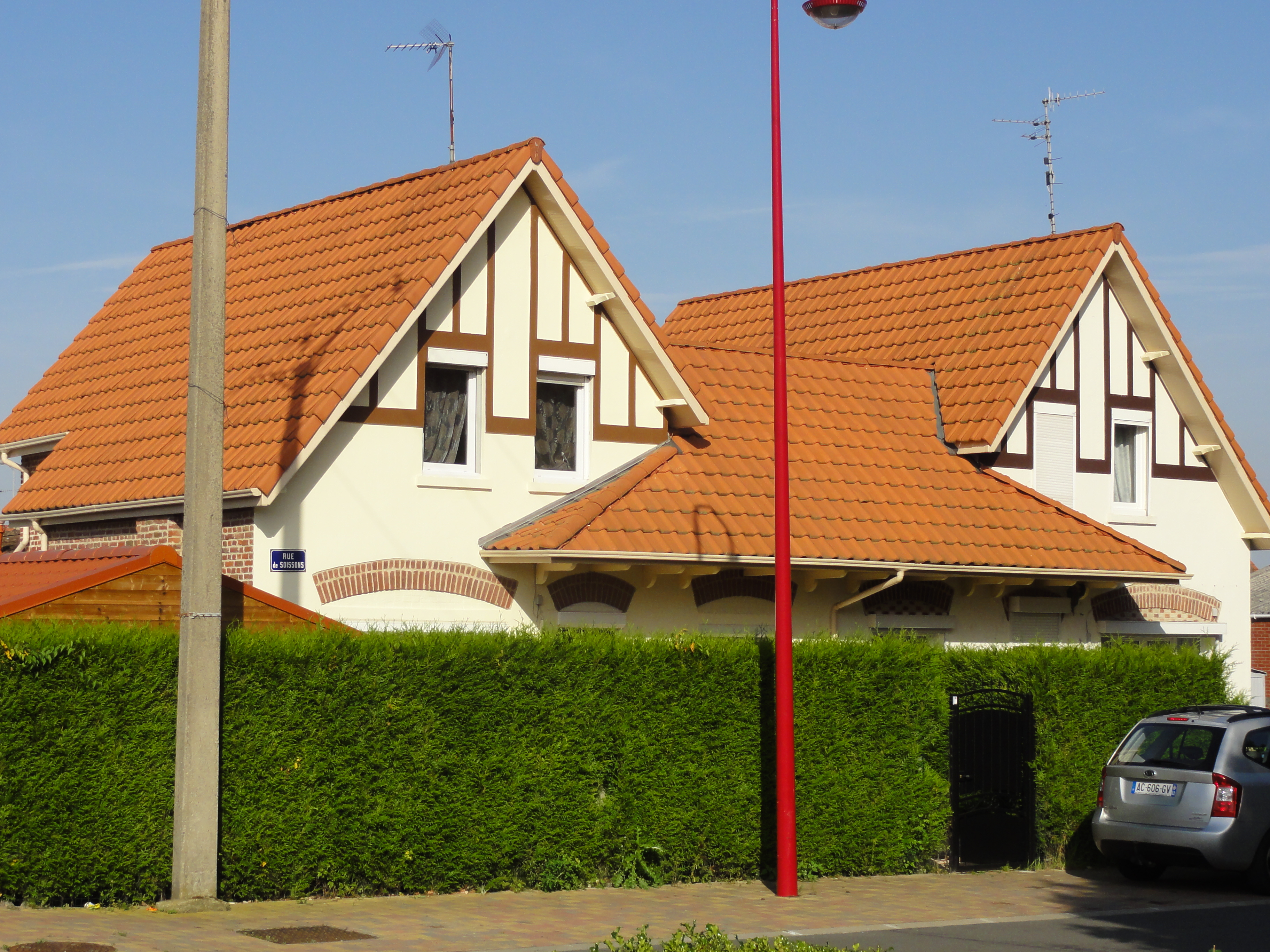
Habitations groupées par deux.
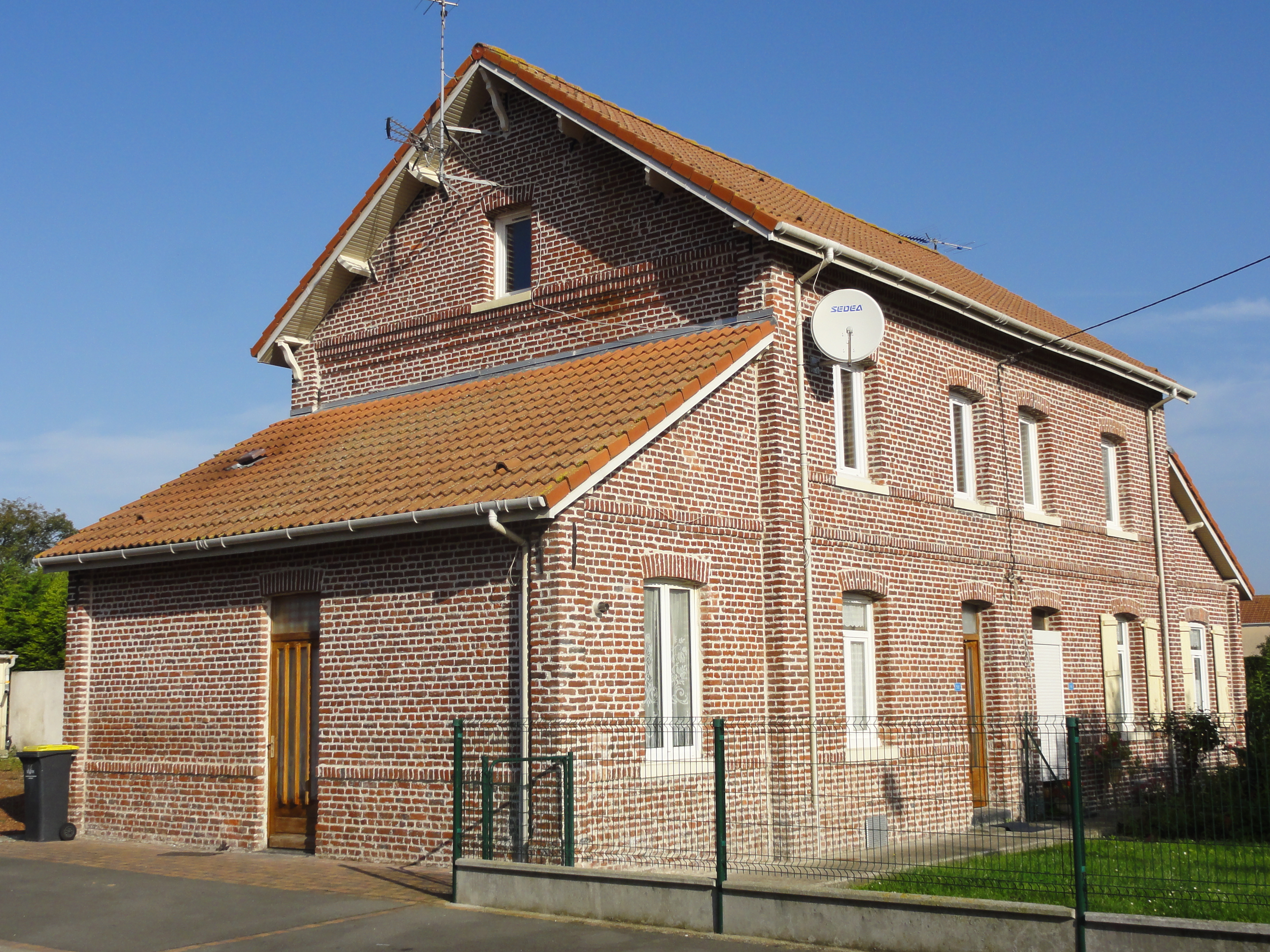
Habitations groupées par quatre.
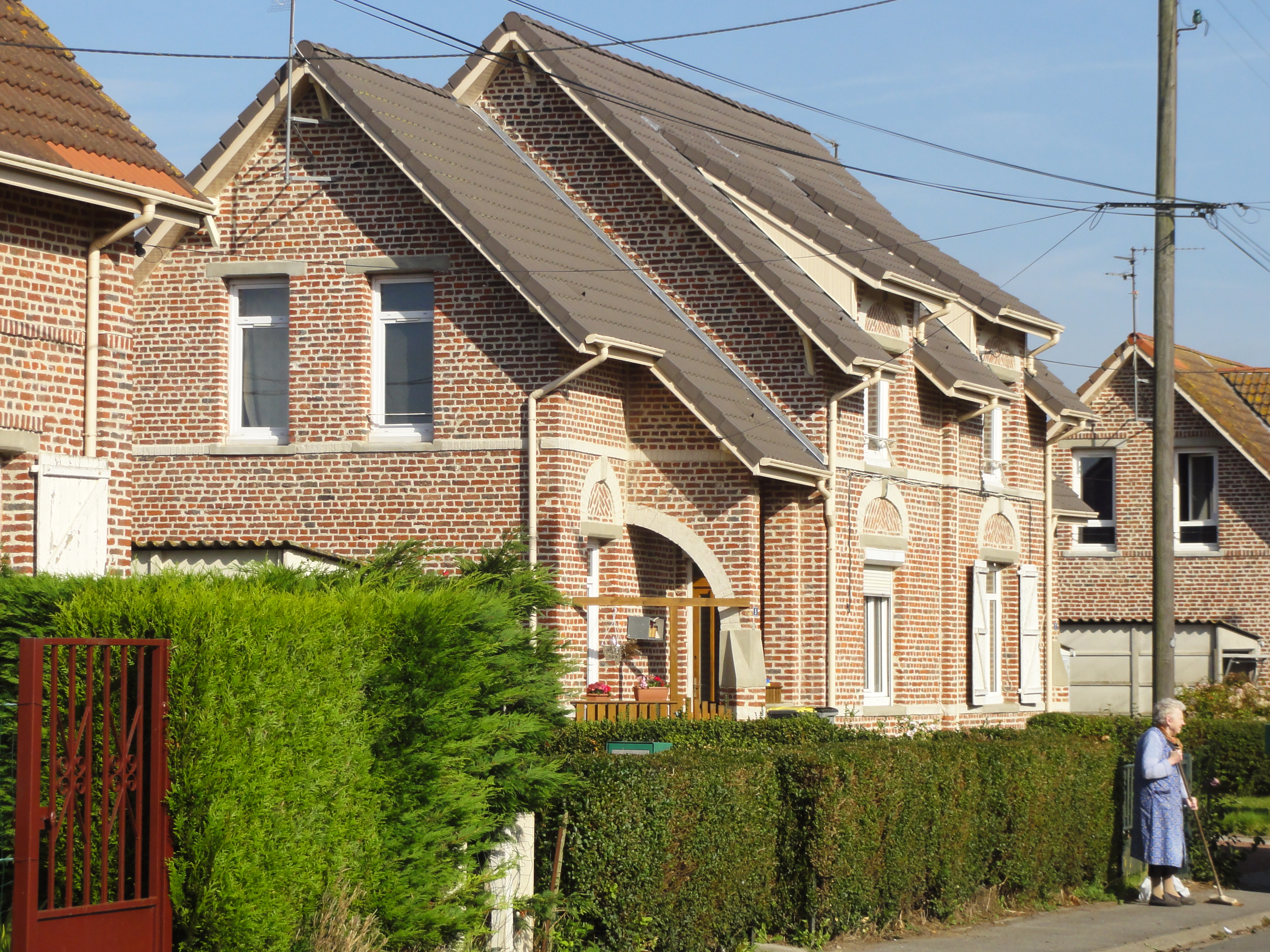
Habitations groupées par deux.
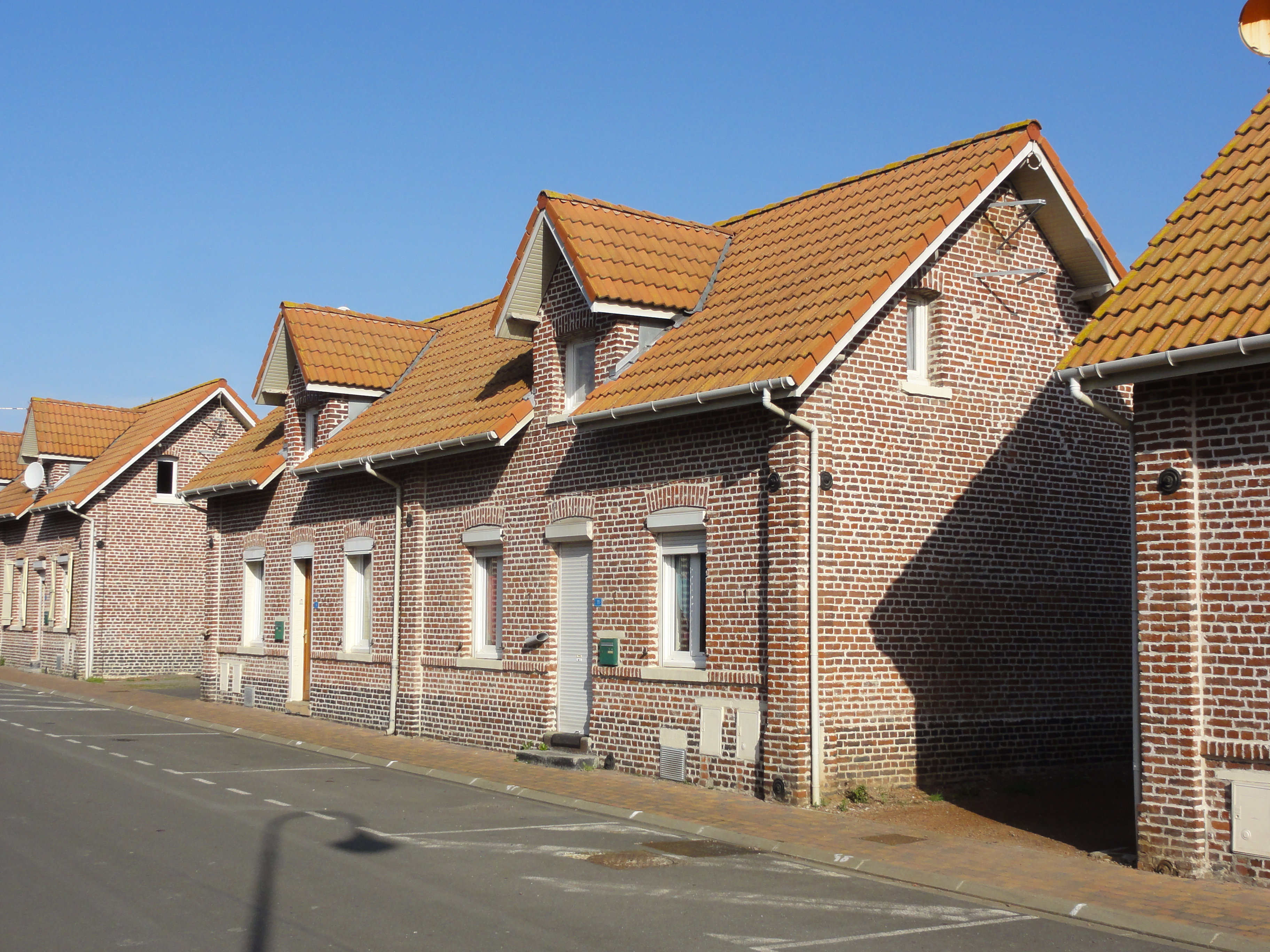
Habitations groupées par deux.
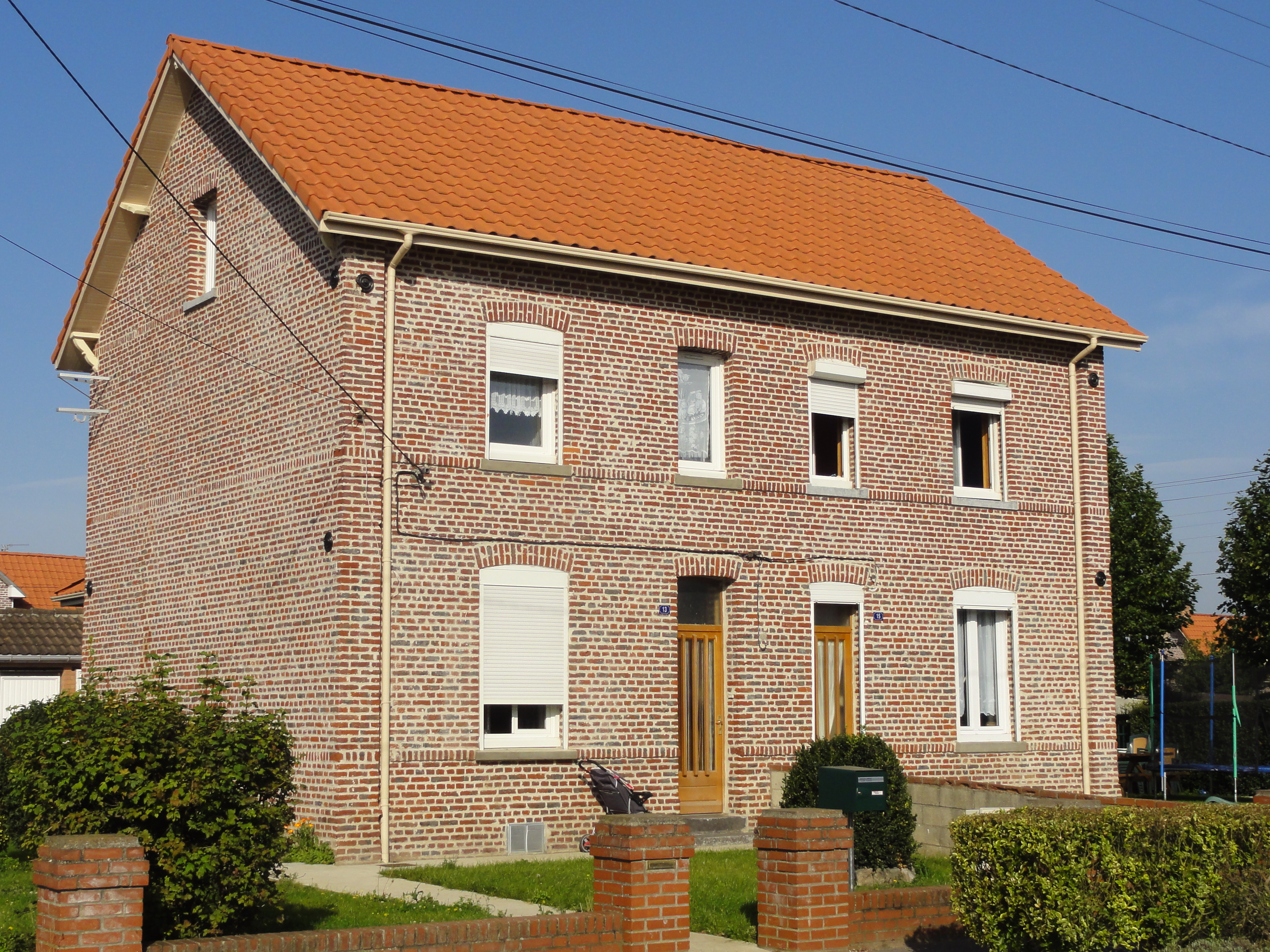
Habitations groupées par deux.
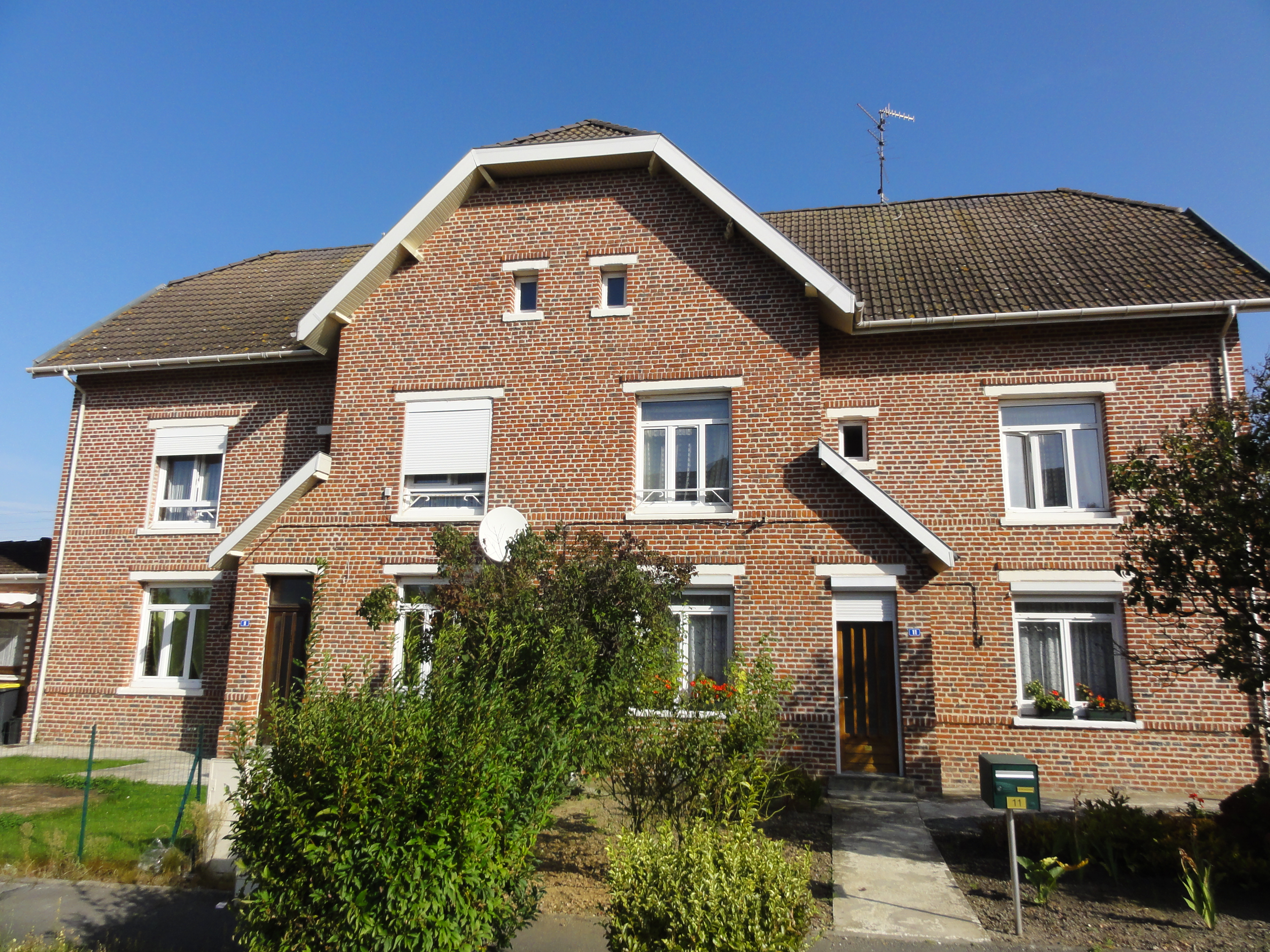
Habitations groupées par quatre.

### Siteno79
Le site no 79 est formé par le terril conique no 49, 3 de Béthune, à Mazingarbe, issu de l'exploitation de la fosse no 3 des mines de Béthune à Vermelles.

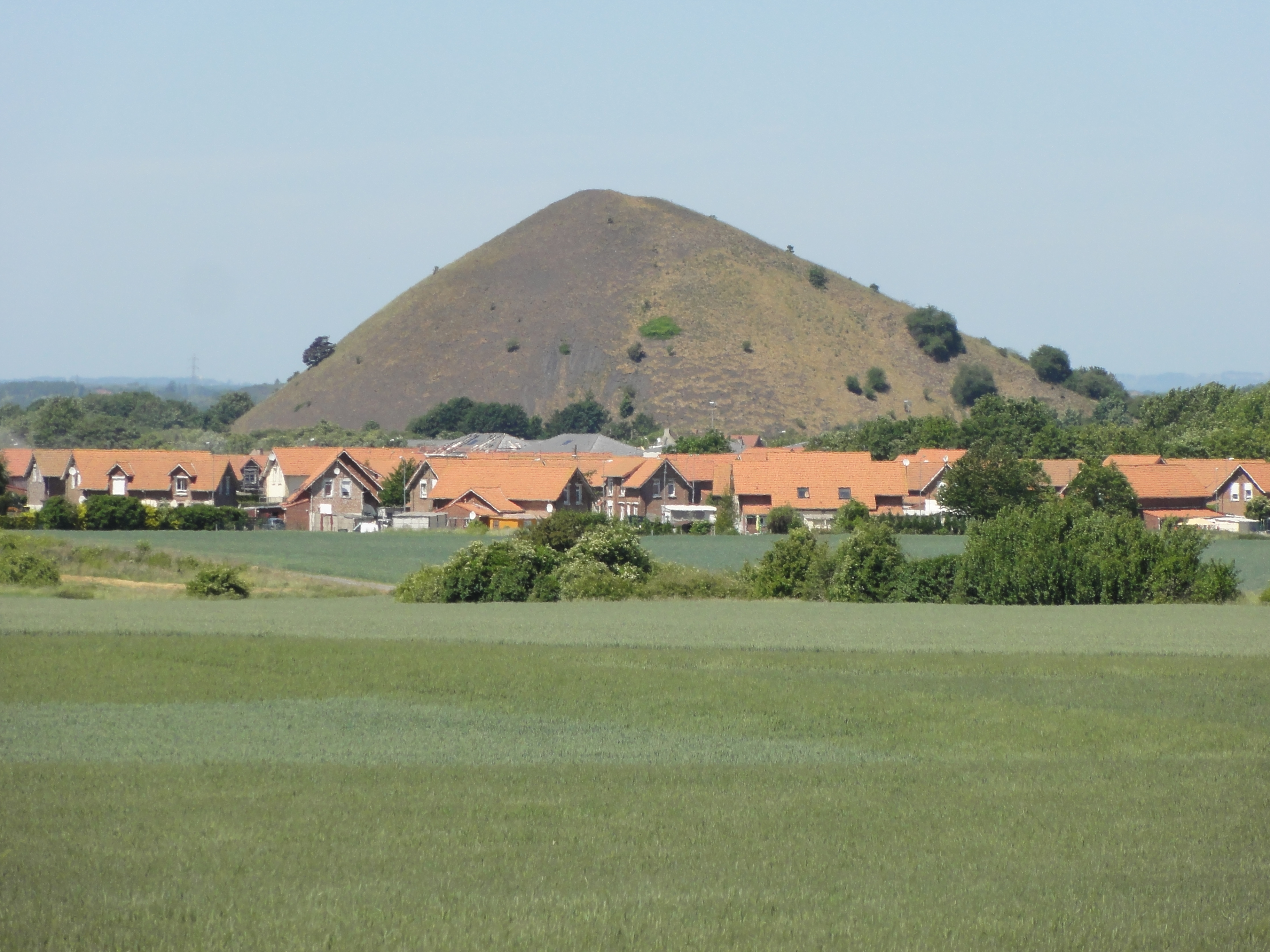
Le terril no 49.
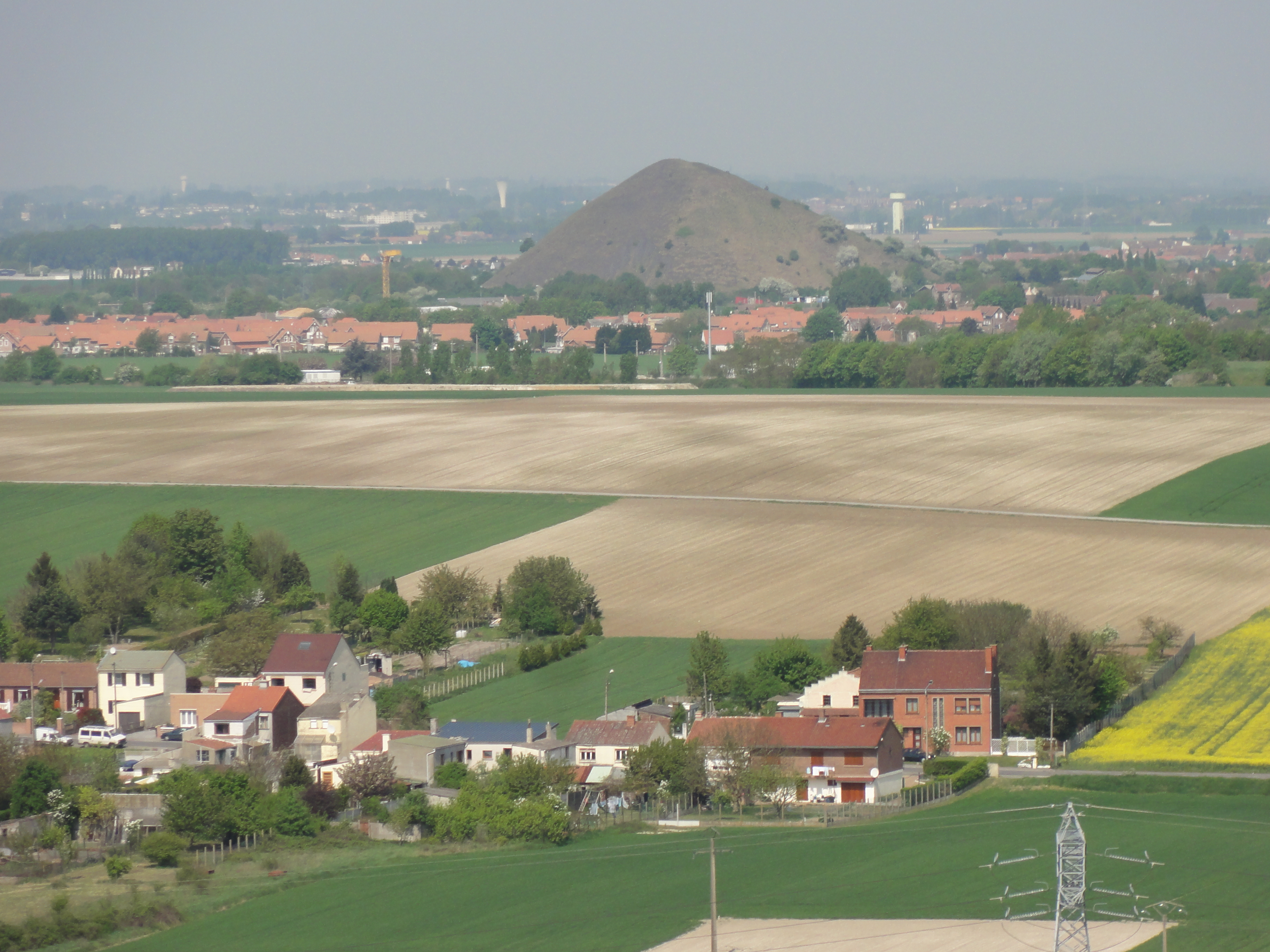
Le terril no 49.

### Siteno80
Le site no 80 est composé de la cité-jardin no 7 et de son école, à Mazingarbe. Ces éléments ont été construits pour la fosse no 7 - 7 bis des mines de Béthune.

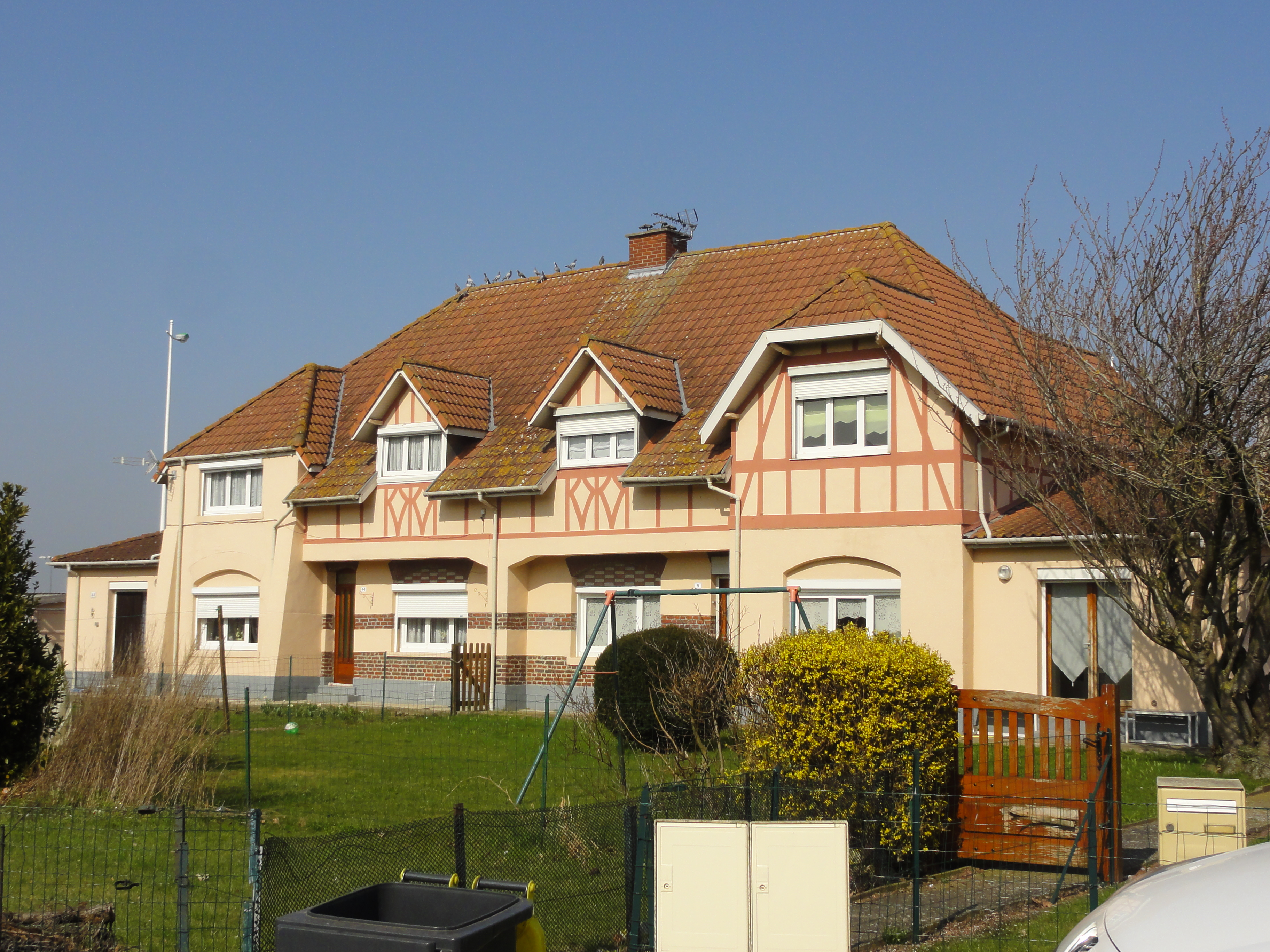
La cité-jardin.
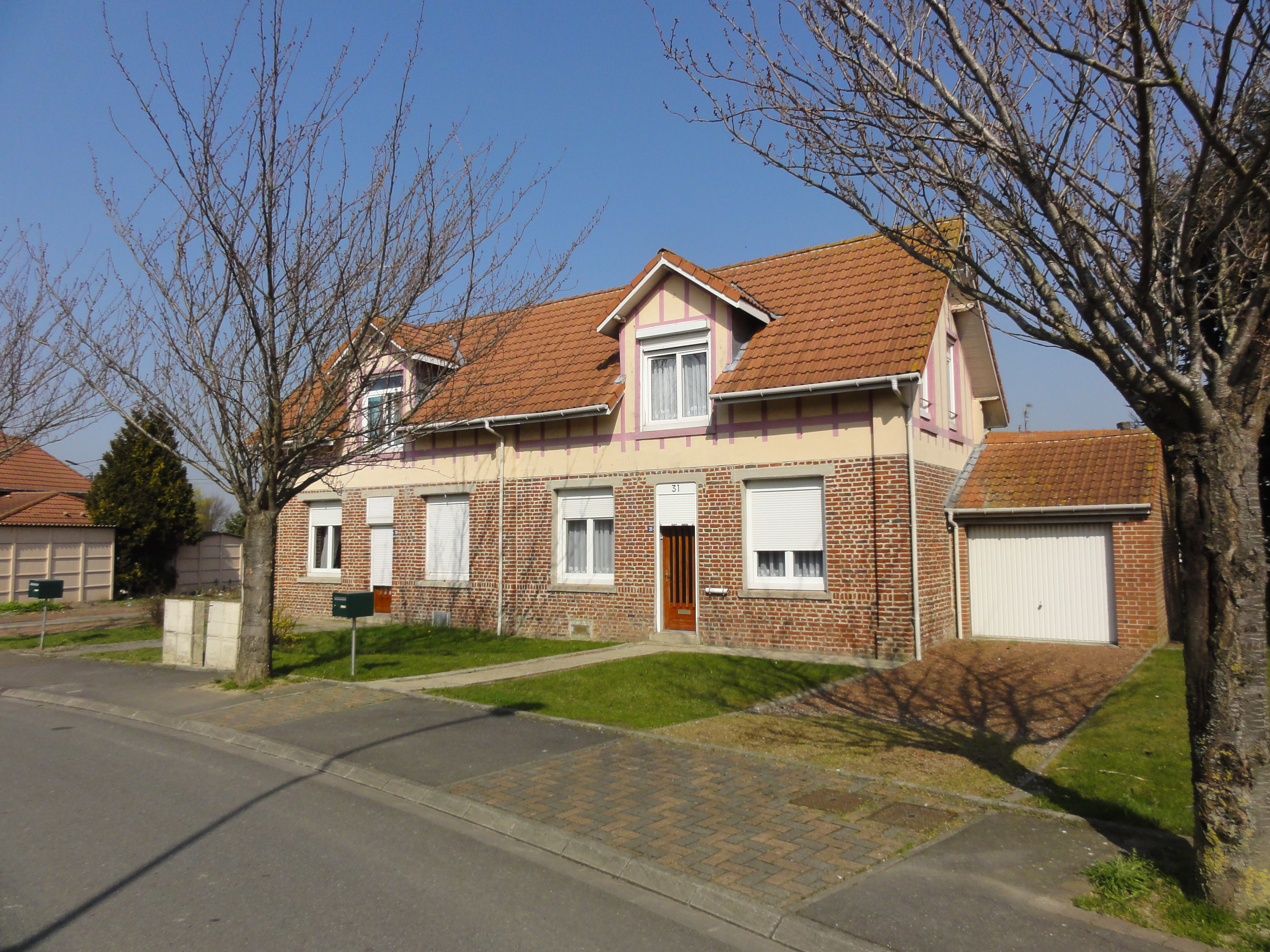
La cité-jardin.
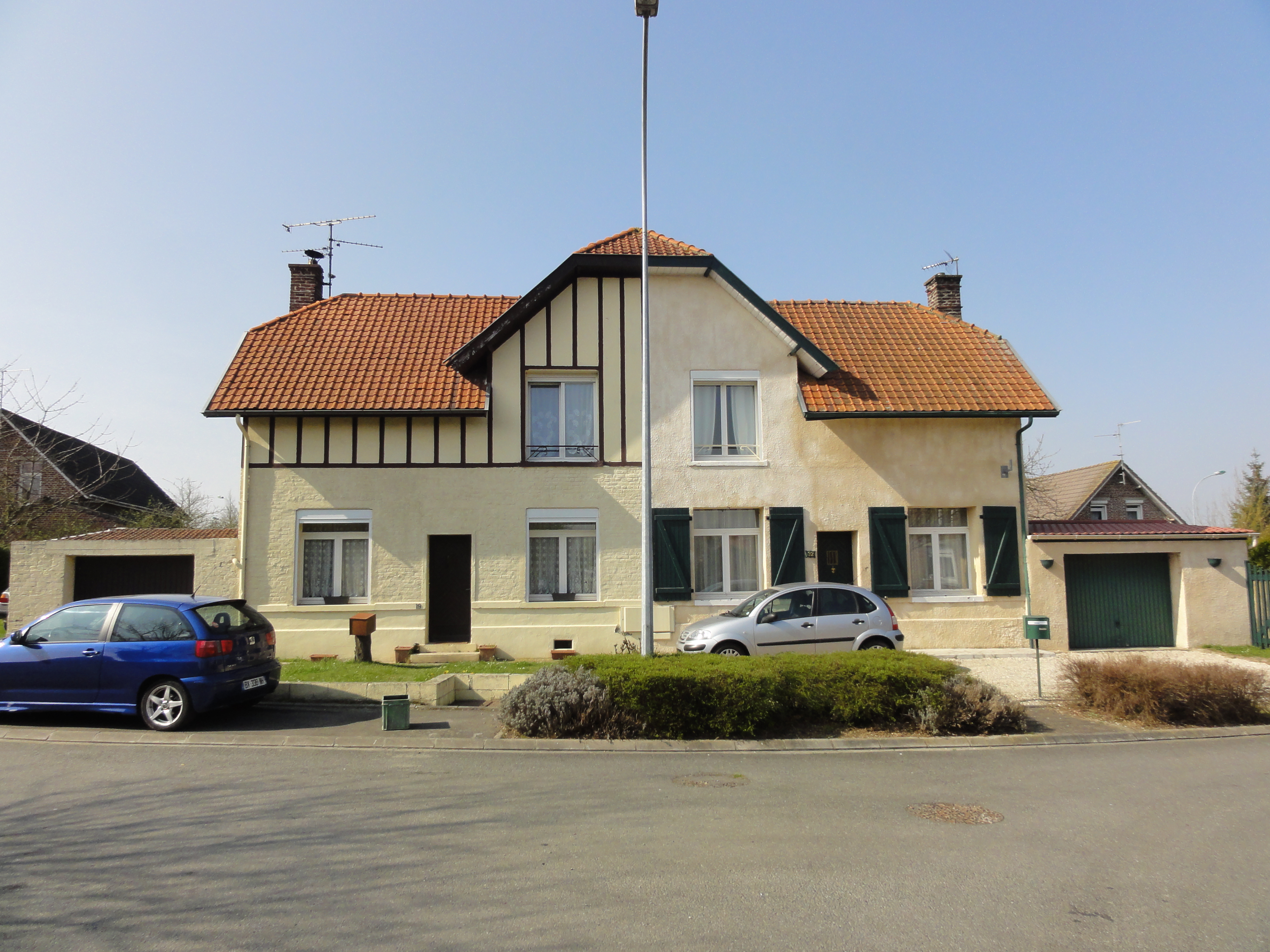
La cité-jardin.
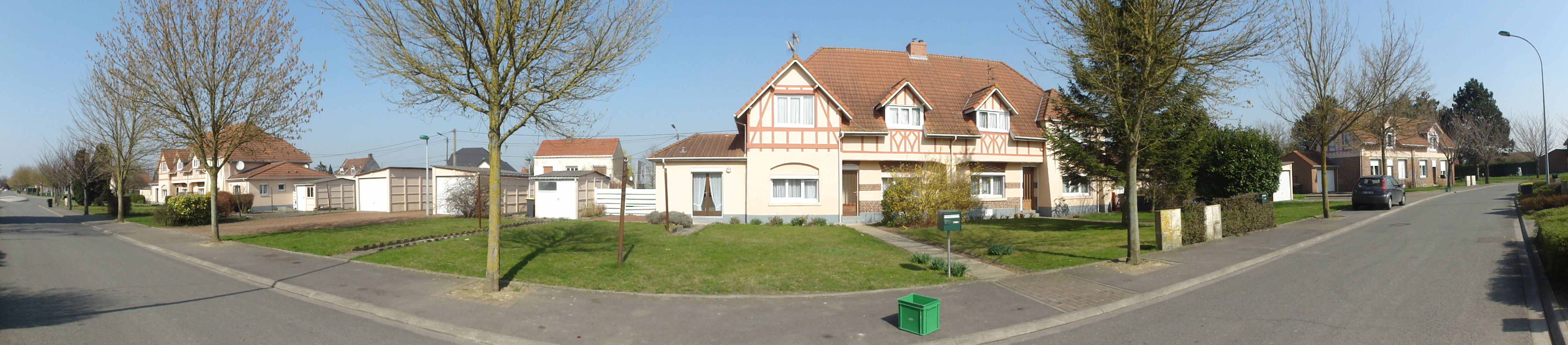
La cité-jardin.
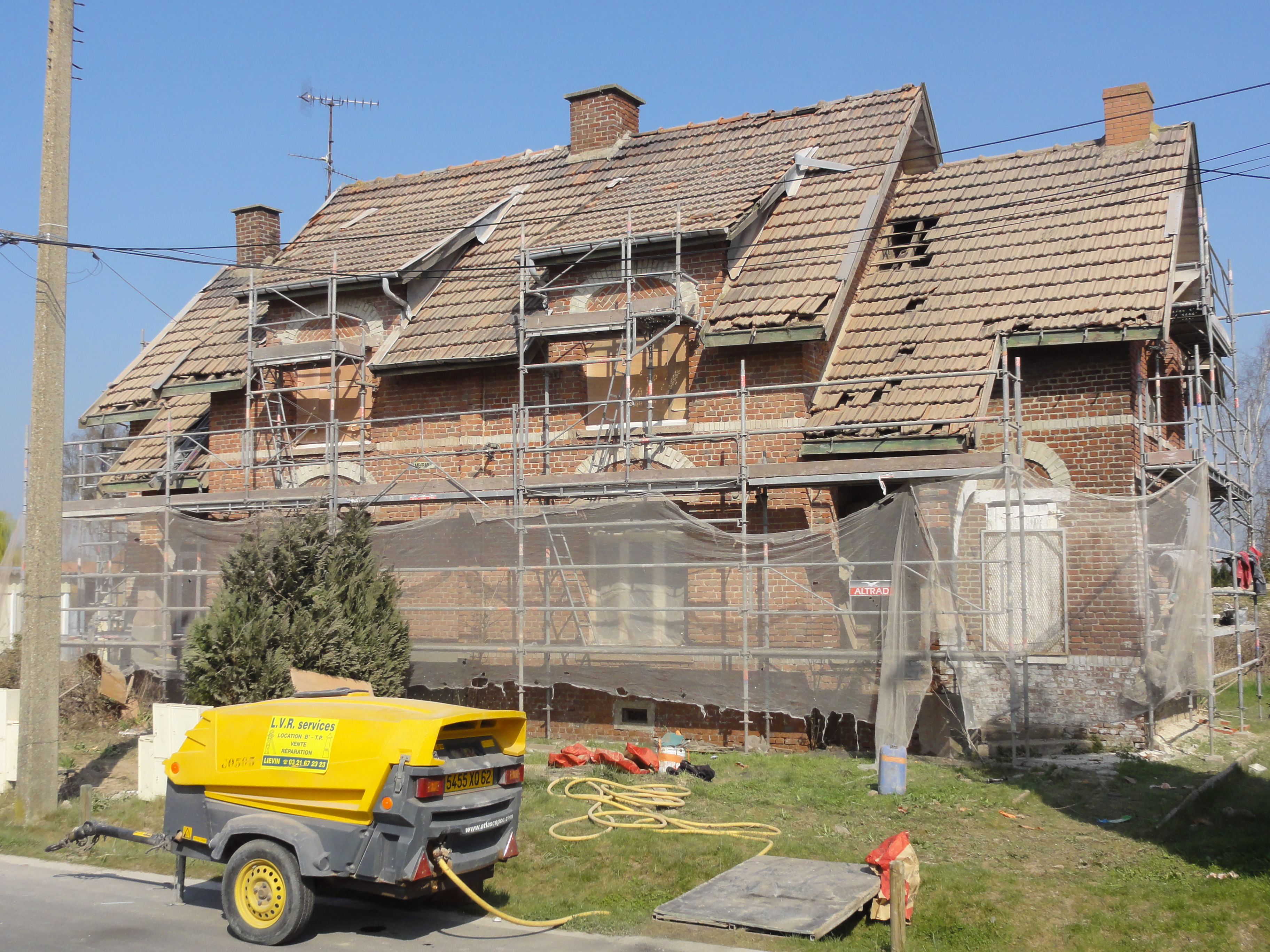
La cité-jardin.
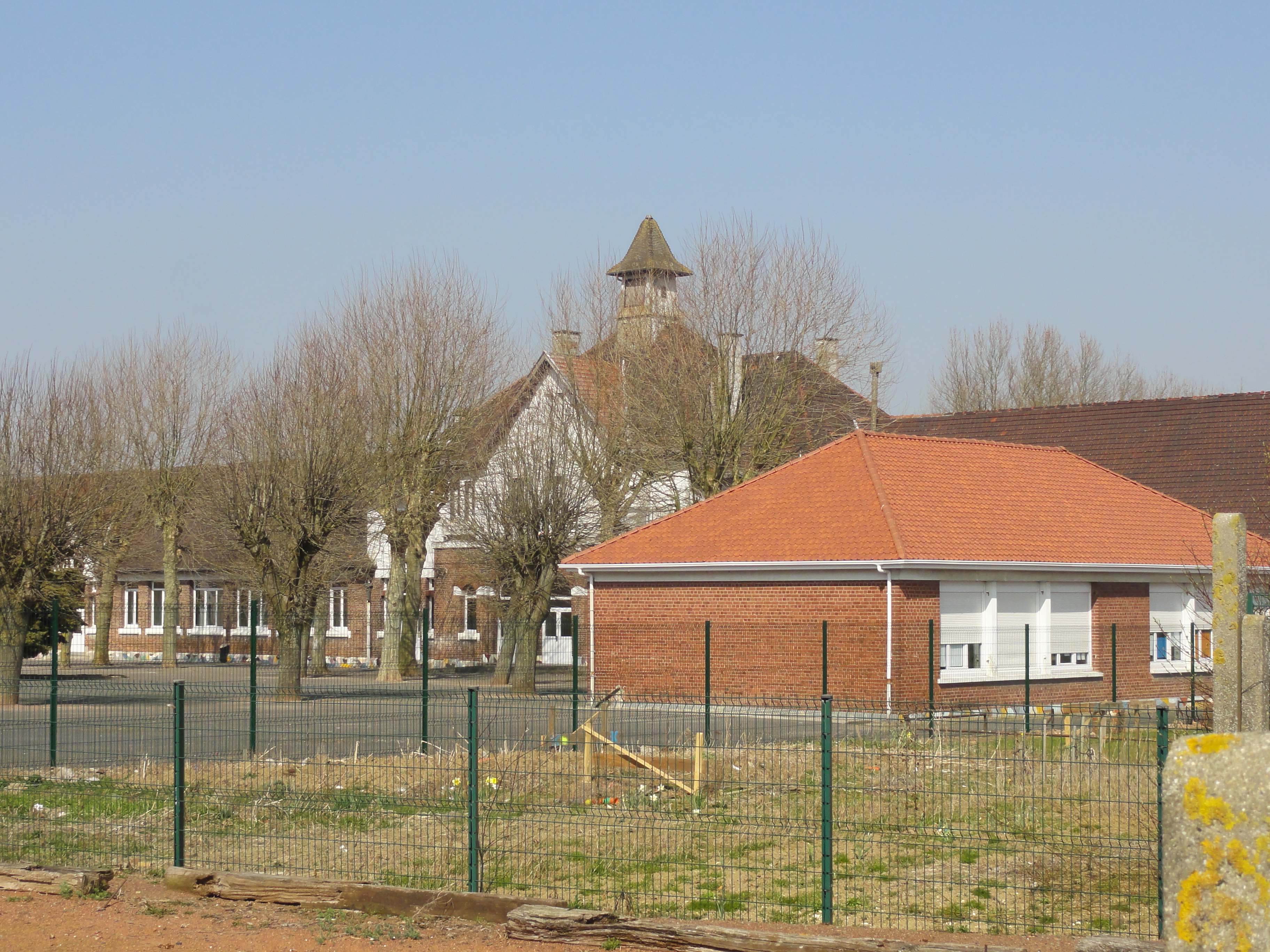
L'école.

### Siteno81
Le site no 81 est constitué du château Mercier et des maisons d'ingénieur du boulevard des platanes, à Mazingarbe.

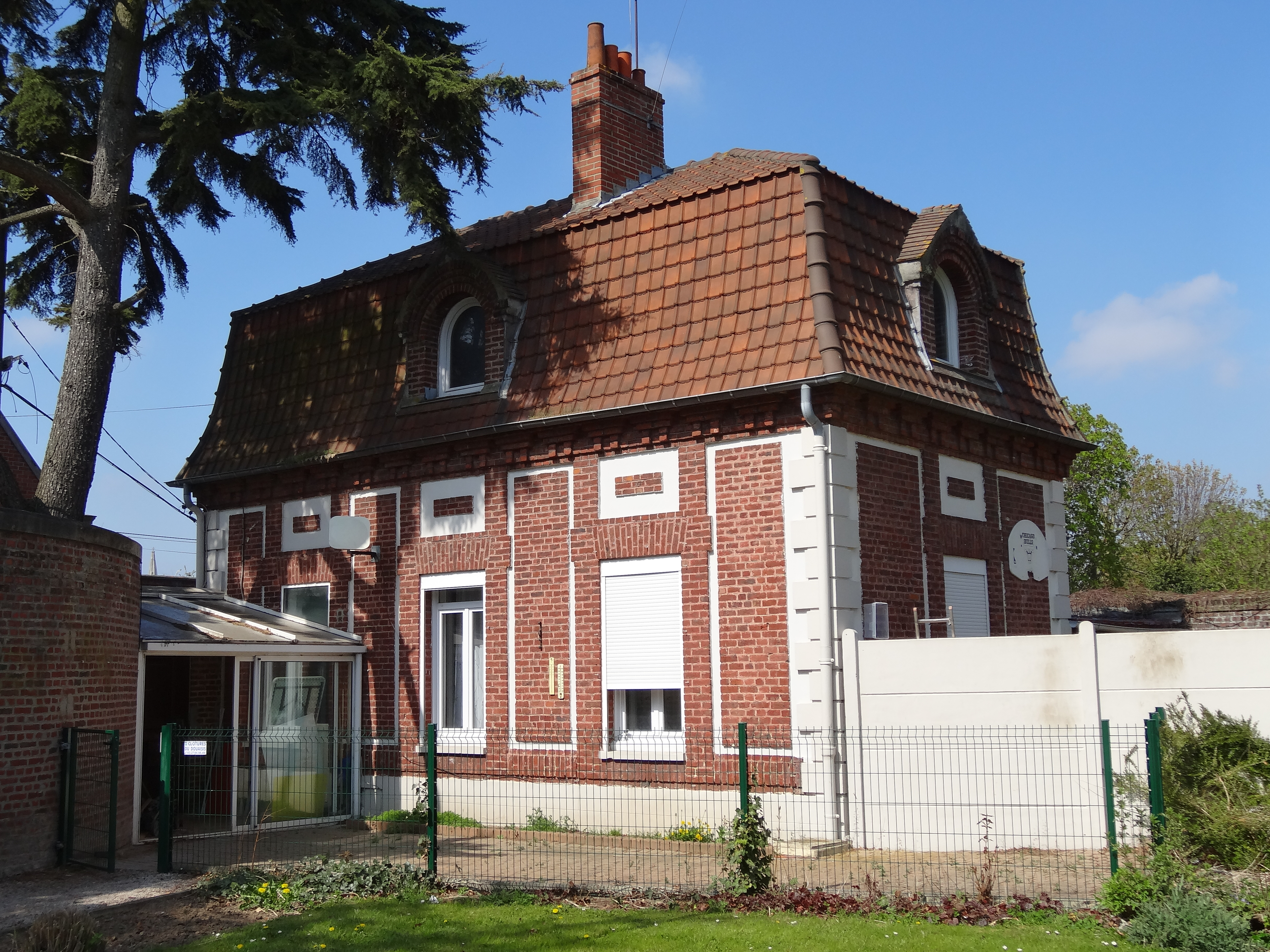
L'entrée.
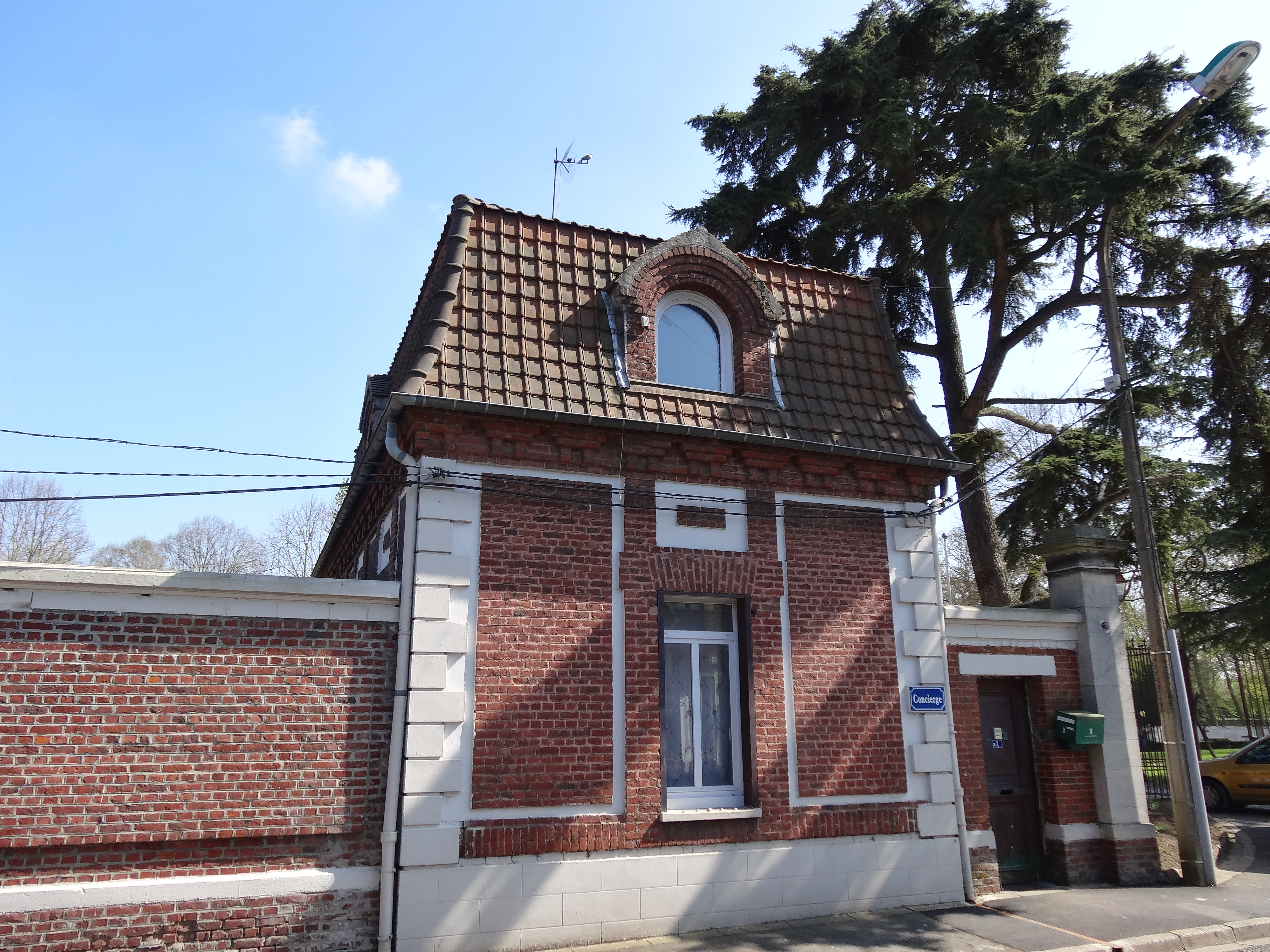
L'entrée.
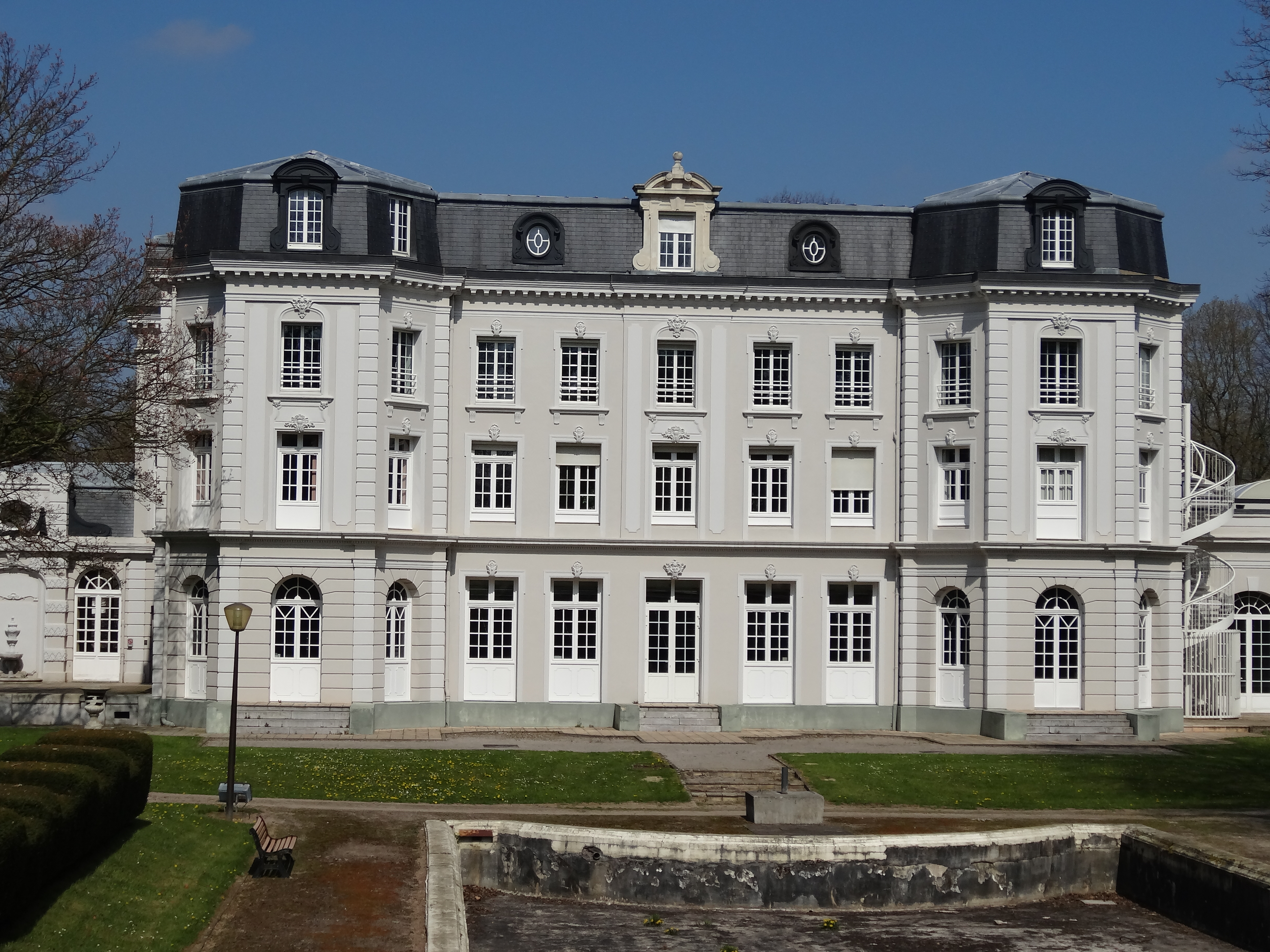
Le château.
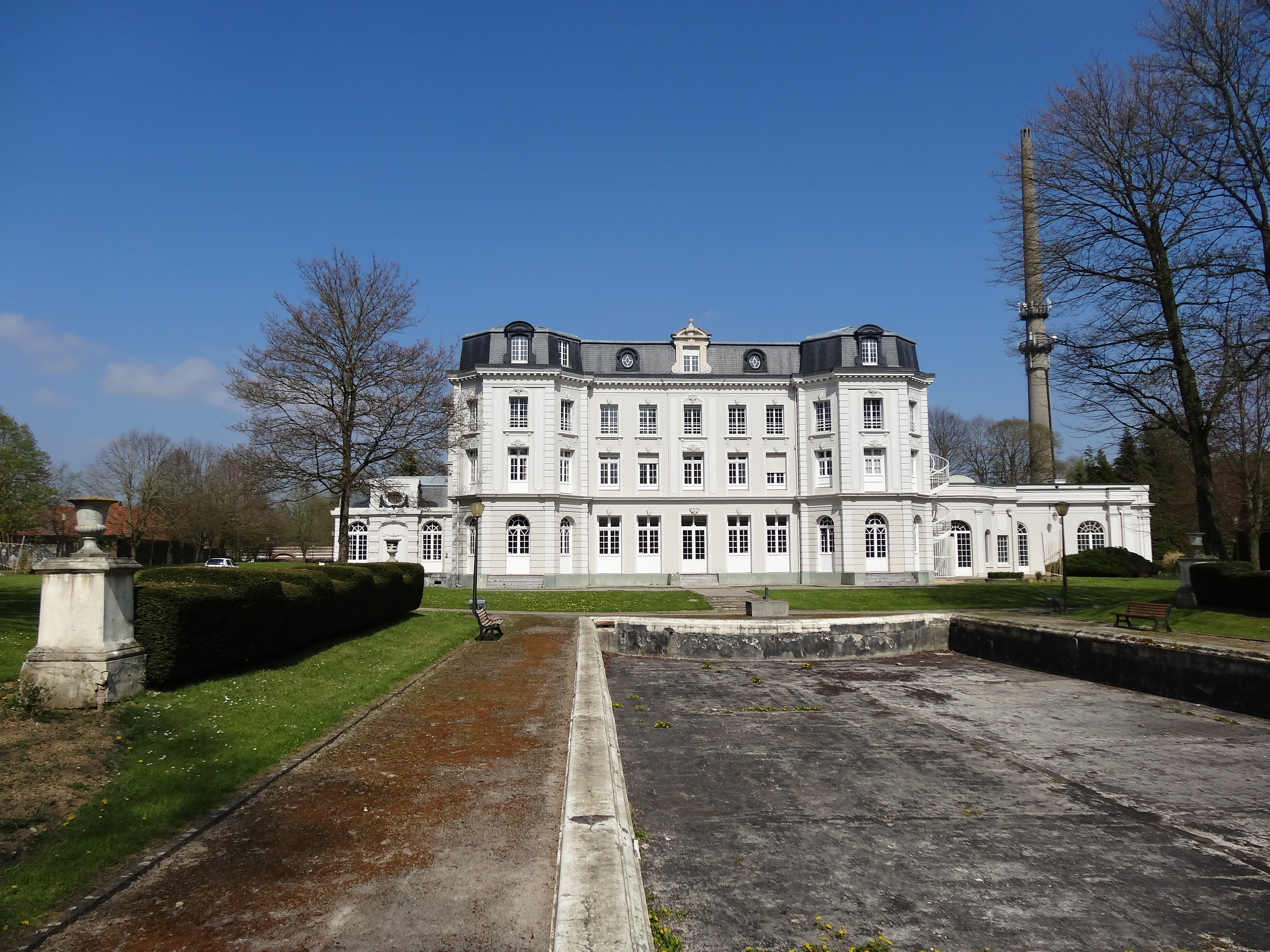
Le château et son parc.
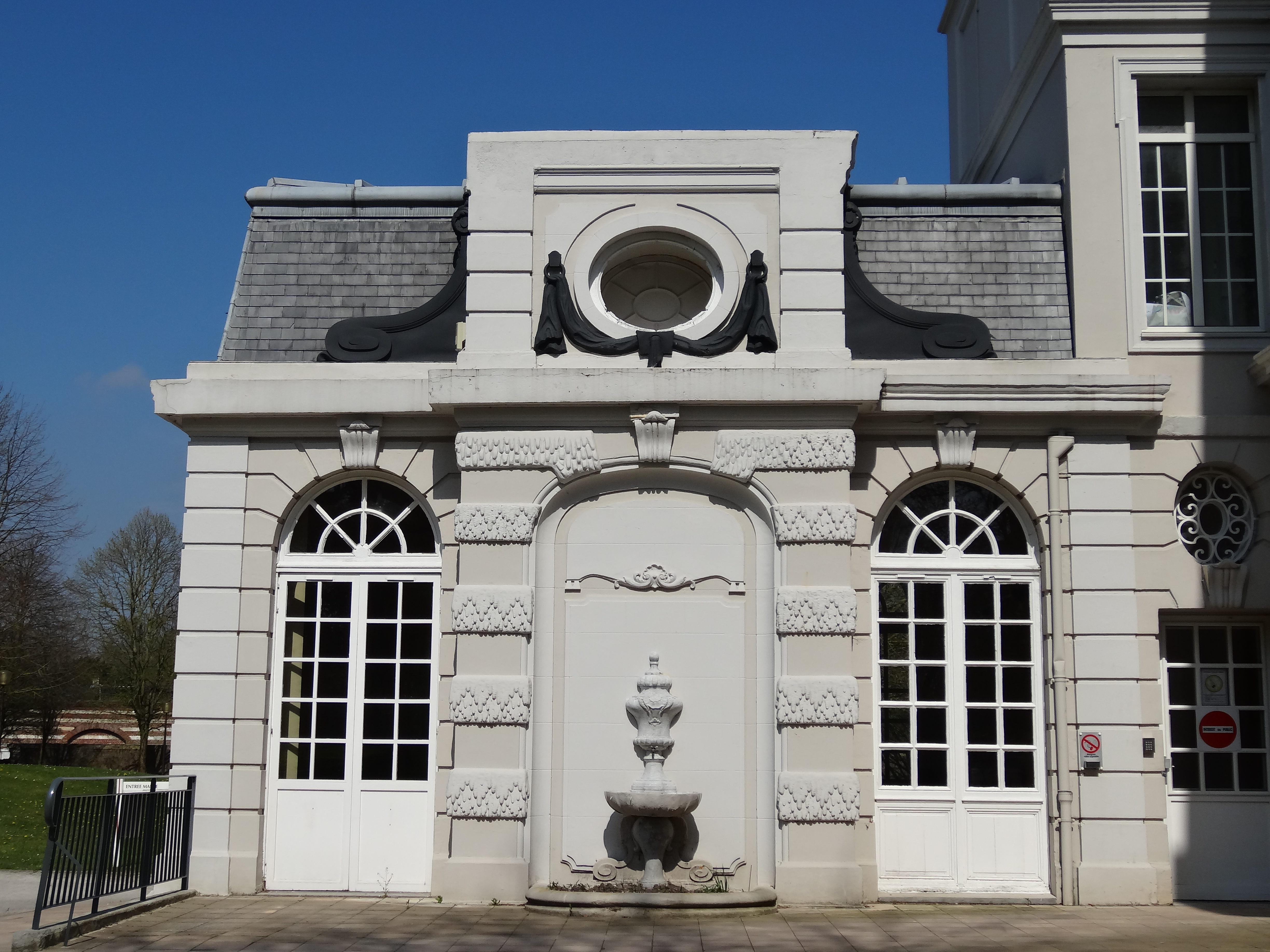
Le château.

### Siteno82
Le site no 82 est composé à Bully-les-Mines et Mazingarbe de la cité no 2, à Mazingarbe de l'école de la cité no 2 et du dispensaire de la Société de Secours Minière de cette même cité, à Bully-les-Mines de la salle des fêtes, de maisons d'ingénieurs, et de la clinique Sainte-Barbe.

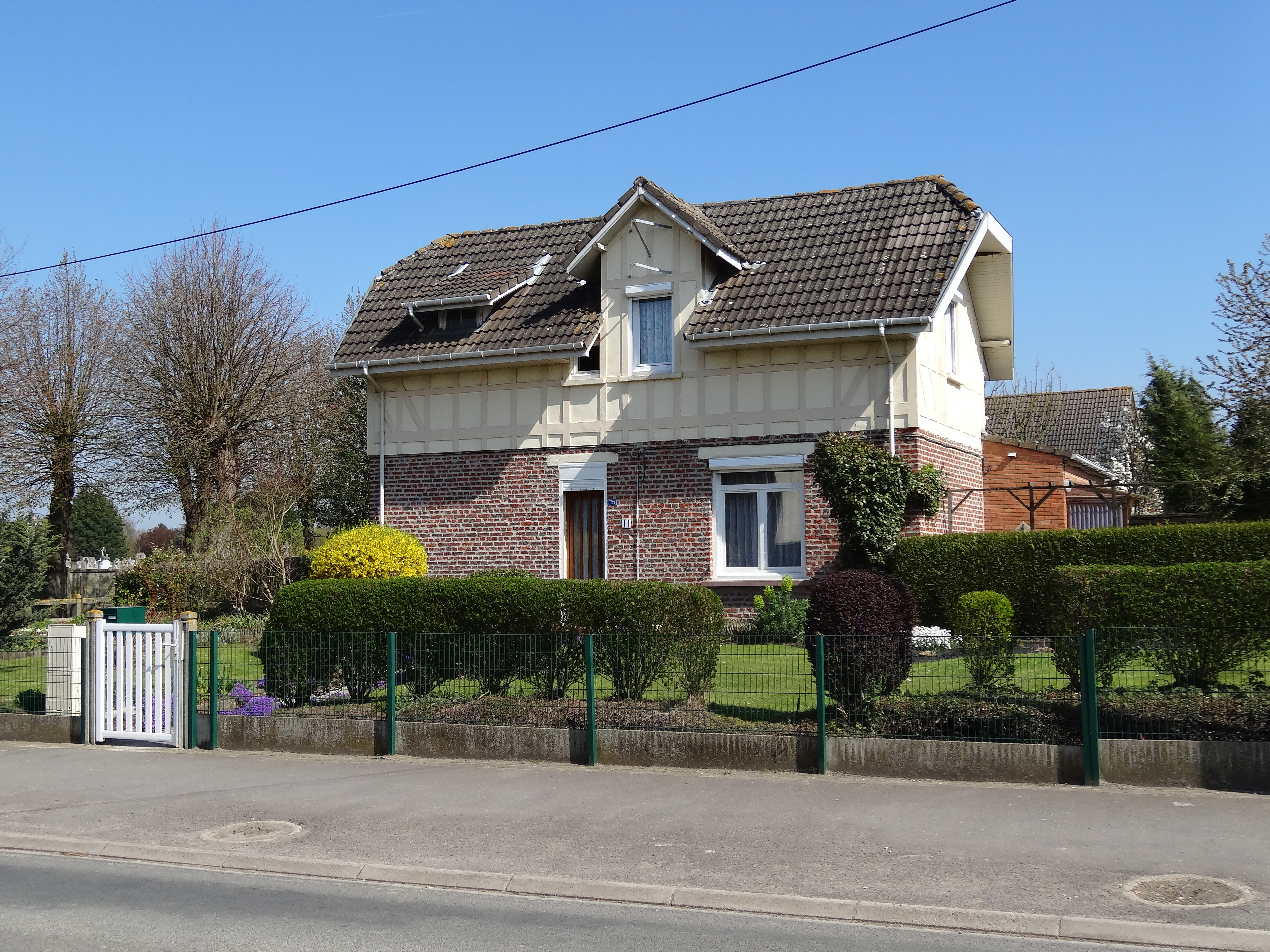
La cité no 2 de Béthune.
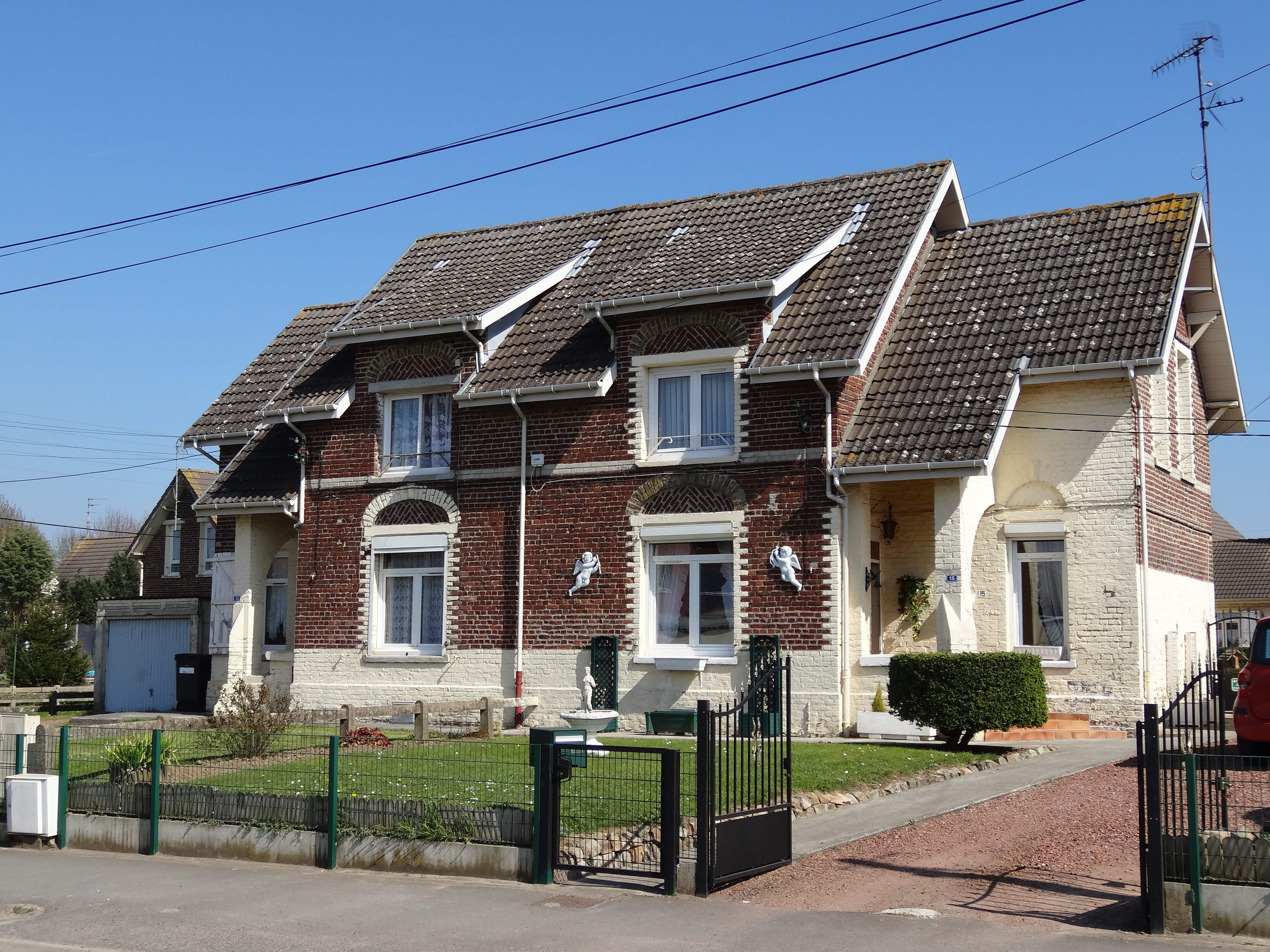
La cité no 2 de Béthune.
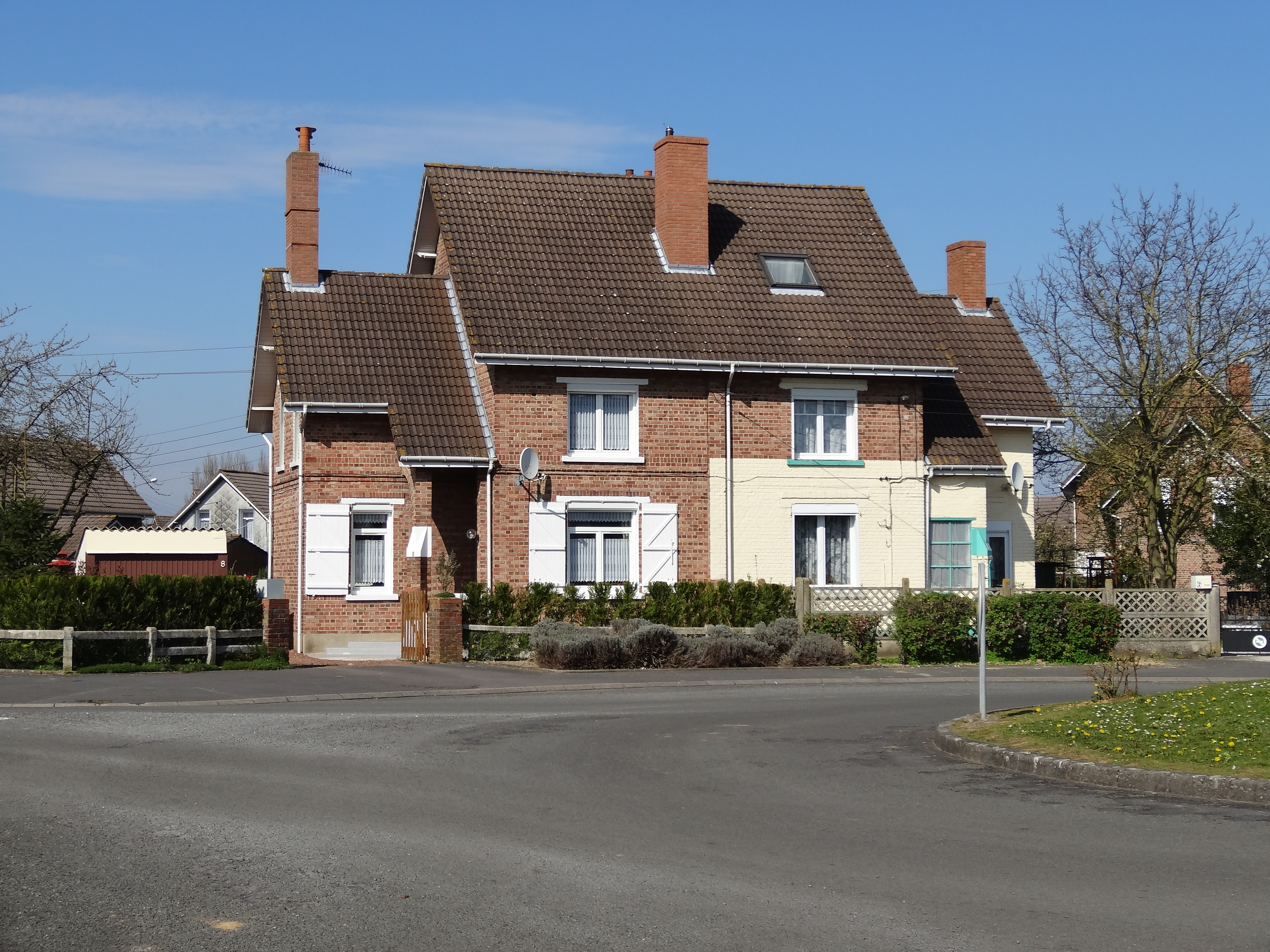
La cité no 2 de Béthune.
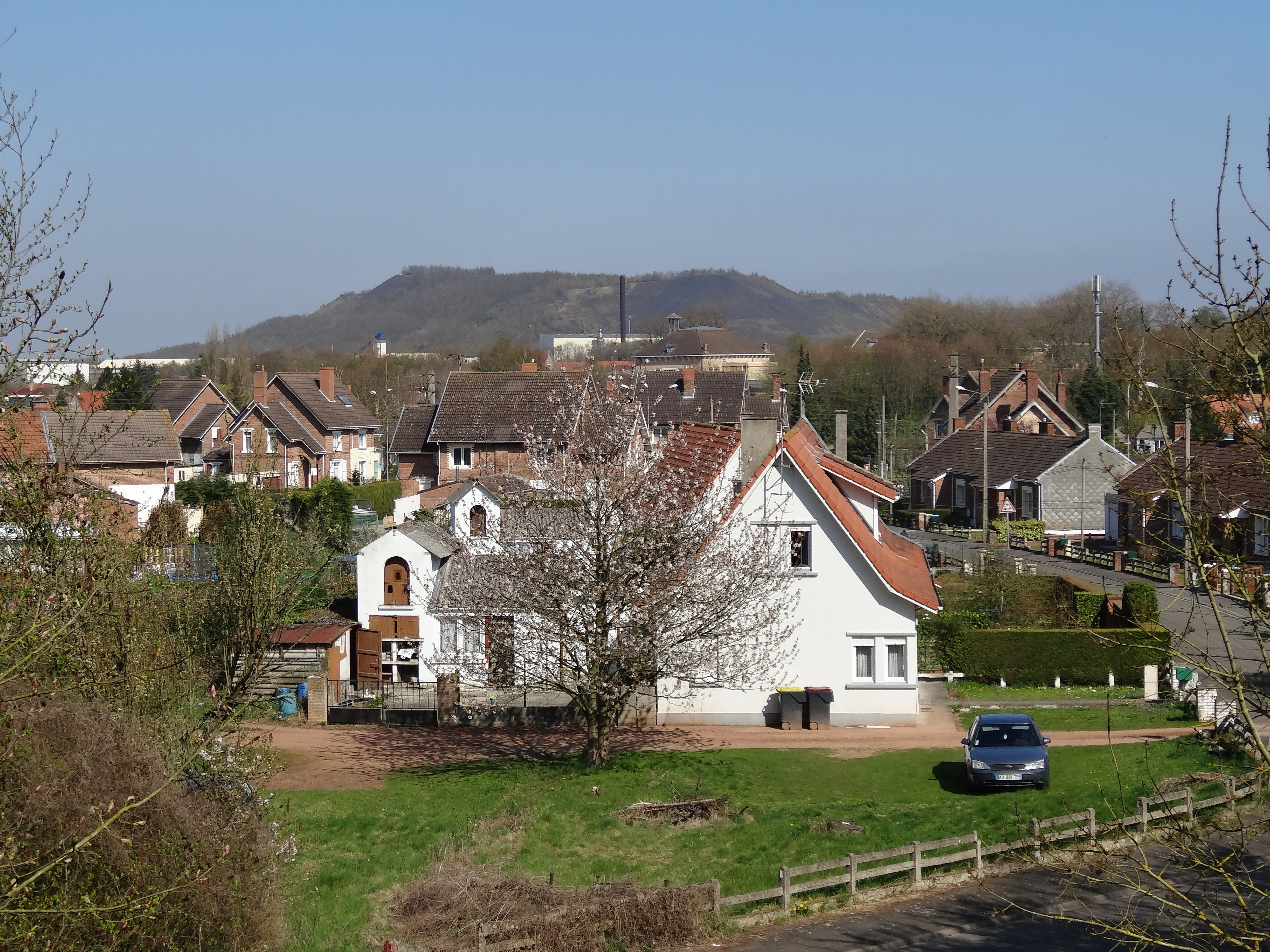
La cité no 2 de Béthune.
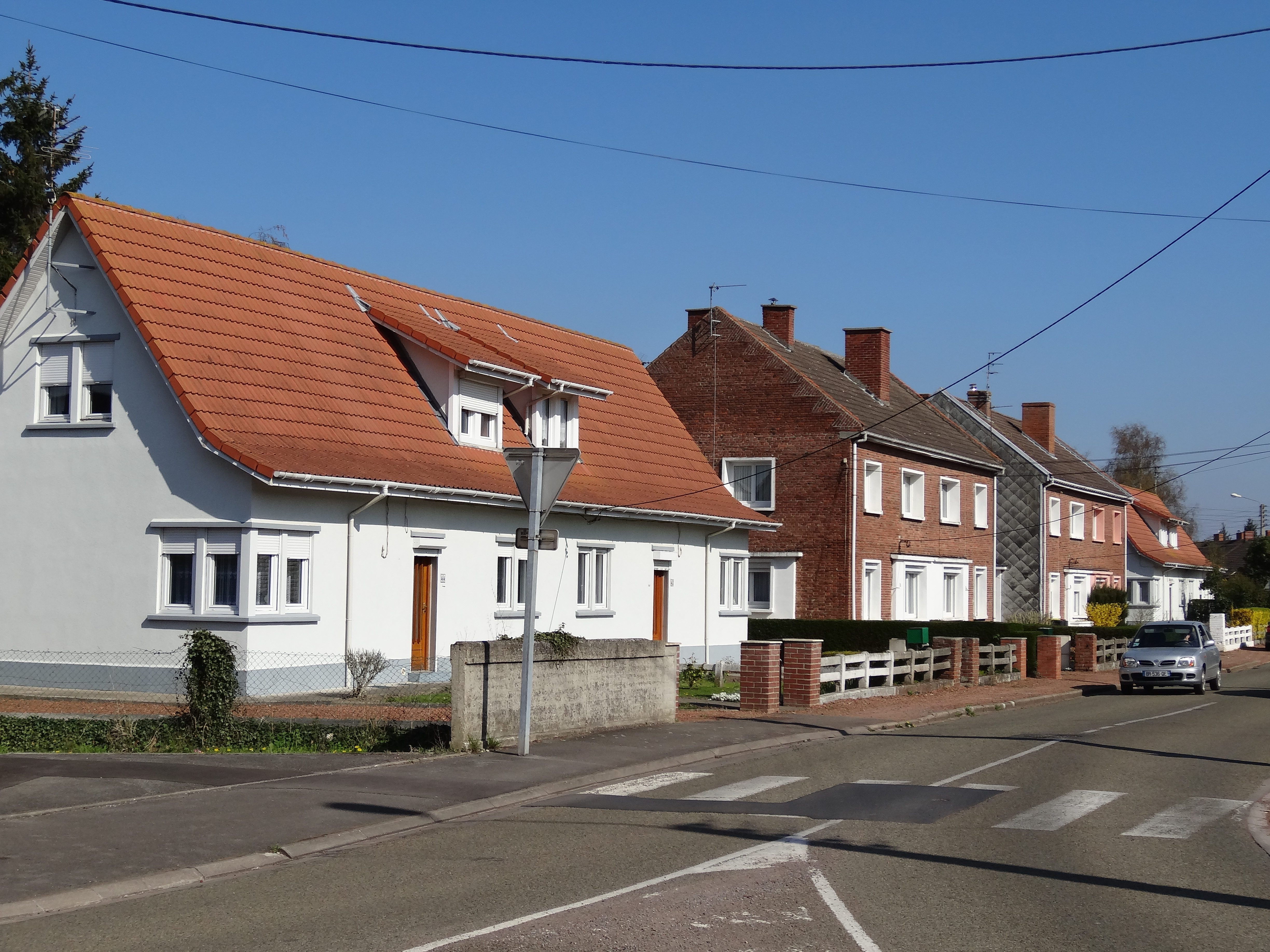
La cité no 2 de Béthune.

### Siteno83
Le site no 83 est constitué par le monument aux morts de la Compagnie des mines de Béthune et la grille de la cité des Brebis, à Bully-les-Mines, près des limites avec Mazingarbe.

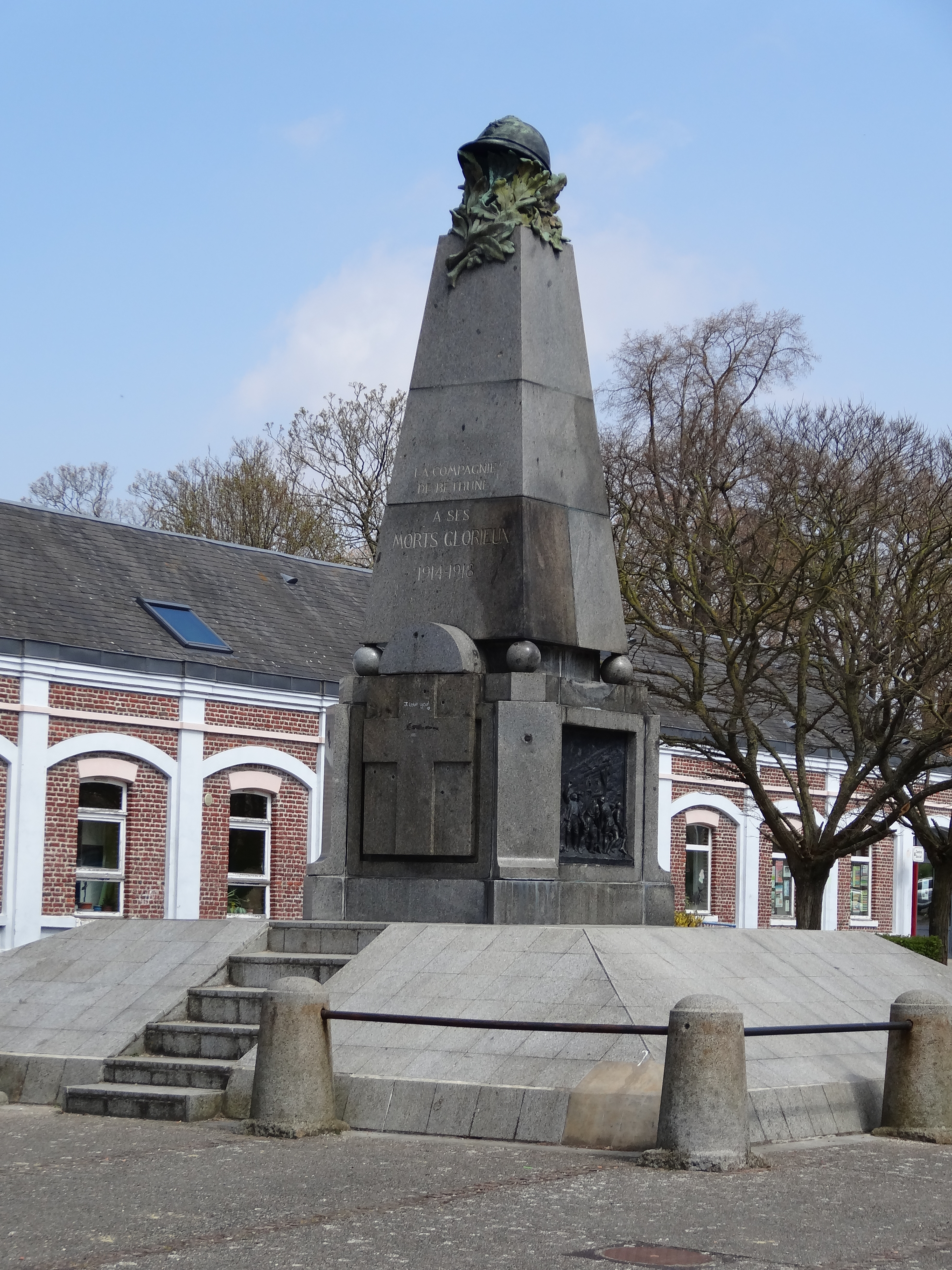
Le monument.
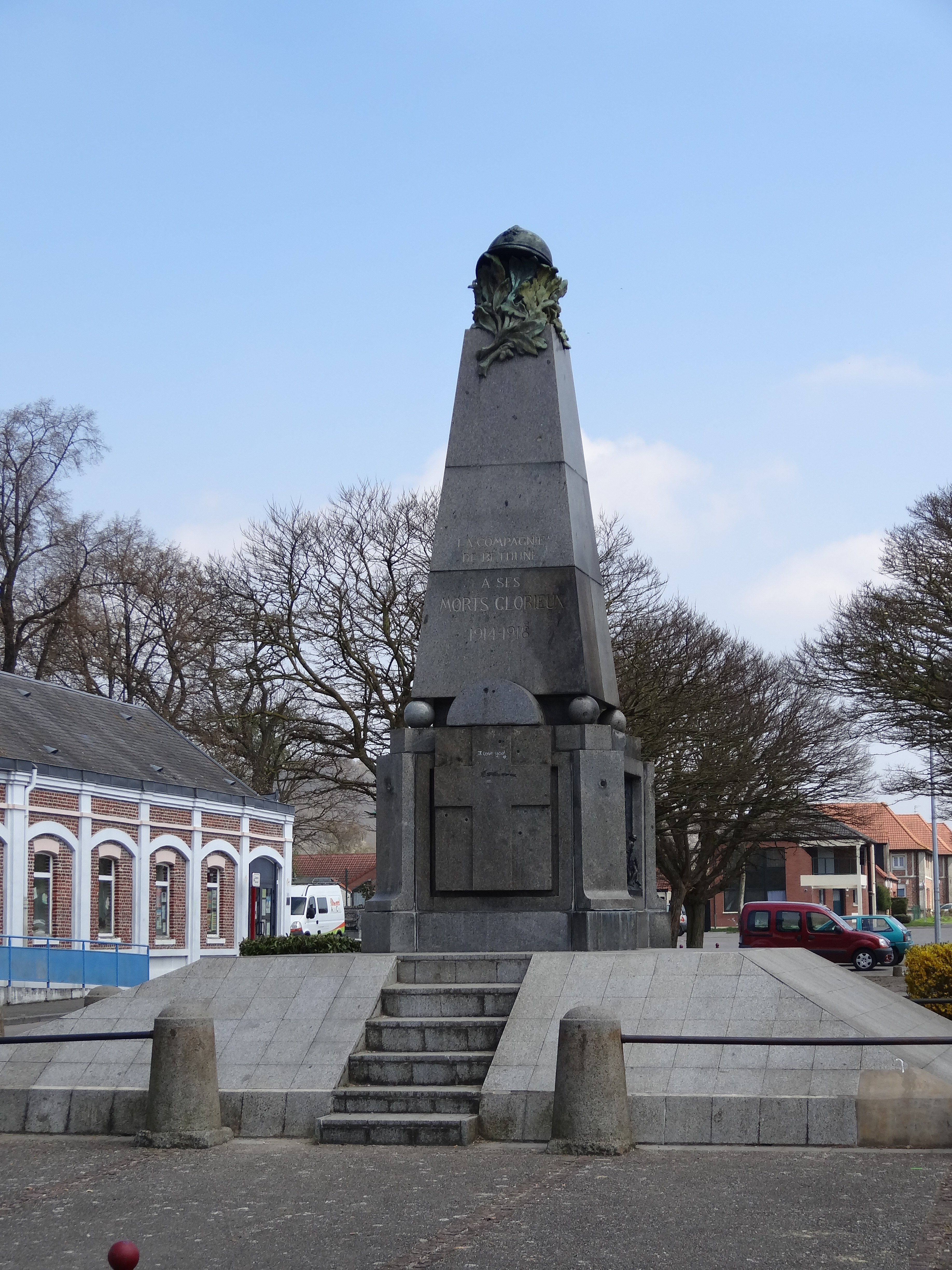
Le monument.
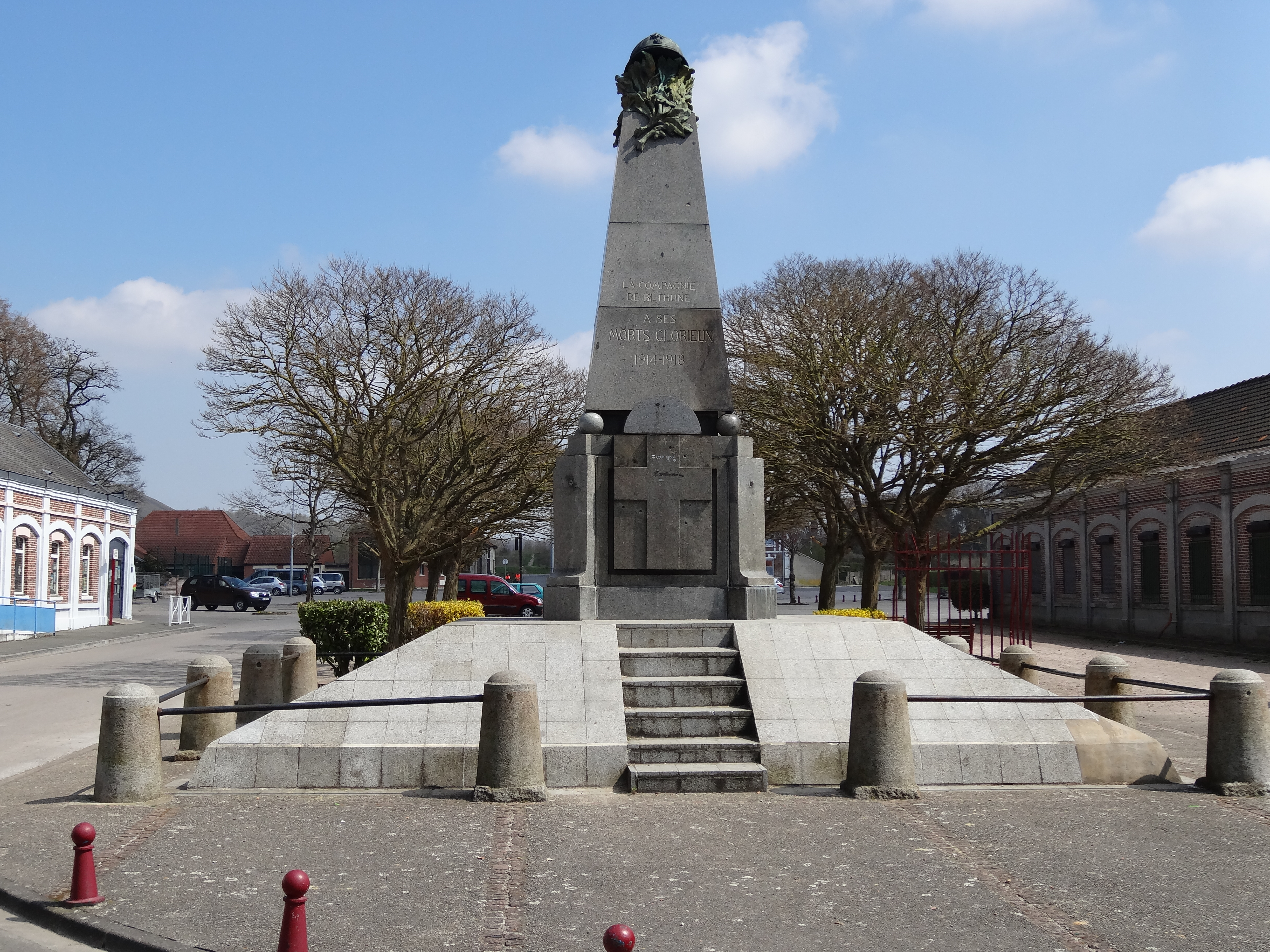
Le monument.
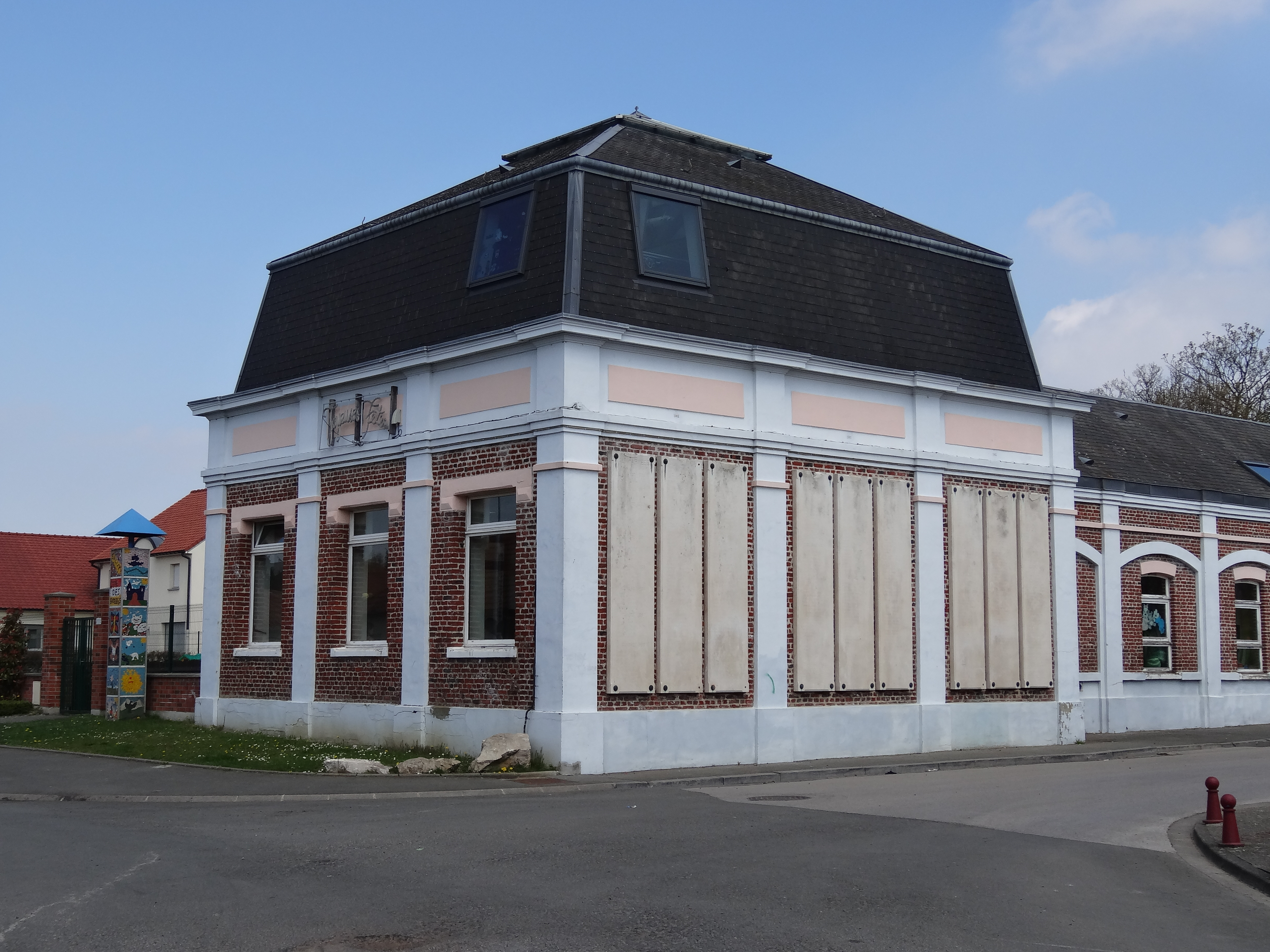
La liste des morts, sur les murs de l'école.

### Siteno84
Le site no 84 est constitué de la cité-jardin des Quarante, de la cité pavillonnaire no 5, de son église Saint-Louis, de son prieuré et de son école, sur le territoire de Grenay, ainsi que des terrils nos 58 et 58A, respectivement dénommés Lavoir Mazingarbe Ouest et Lavoir Mazingarbe Est.

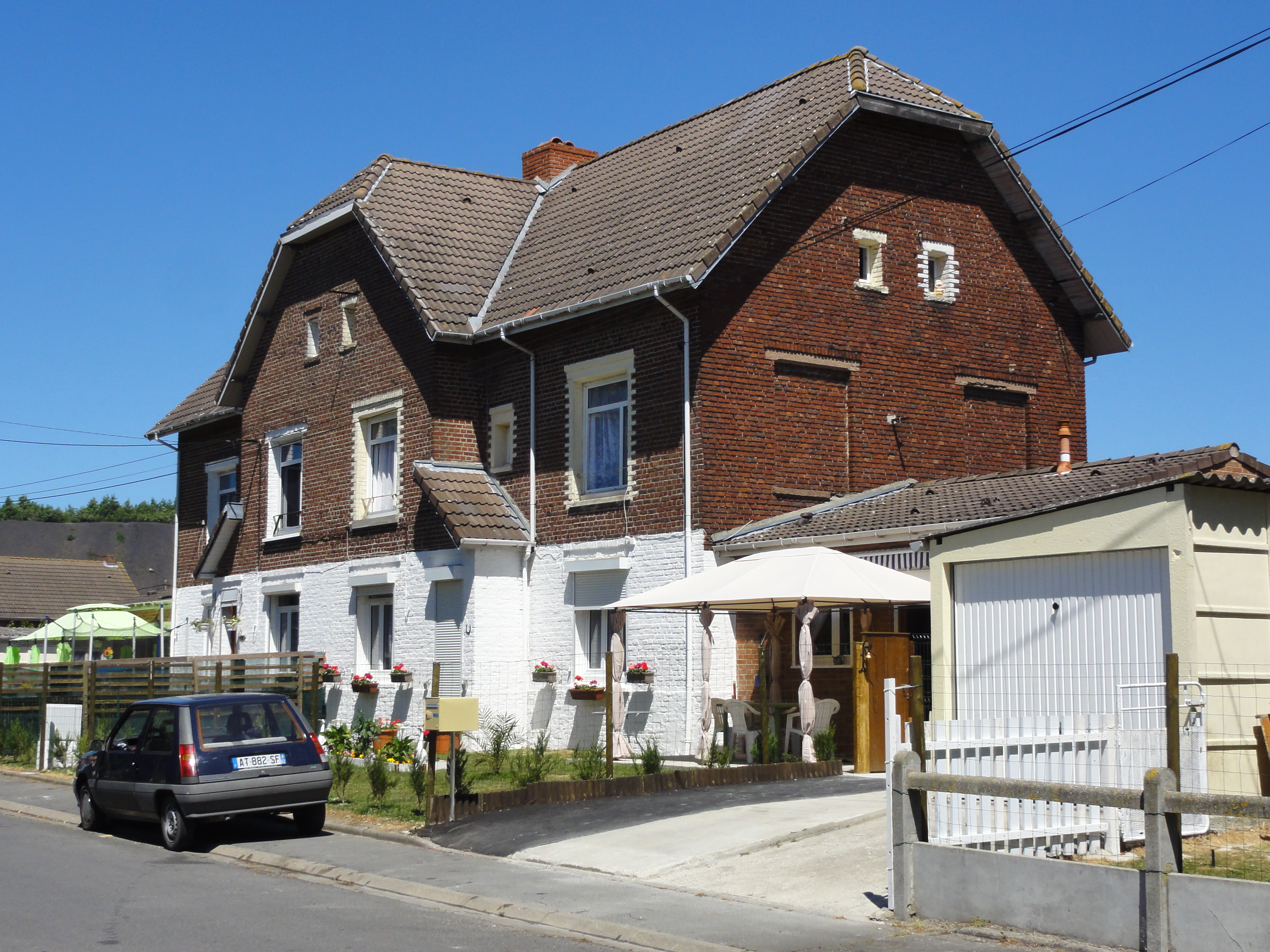
La cité pavillonnaire.
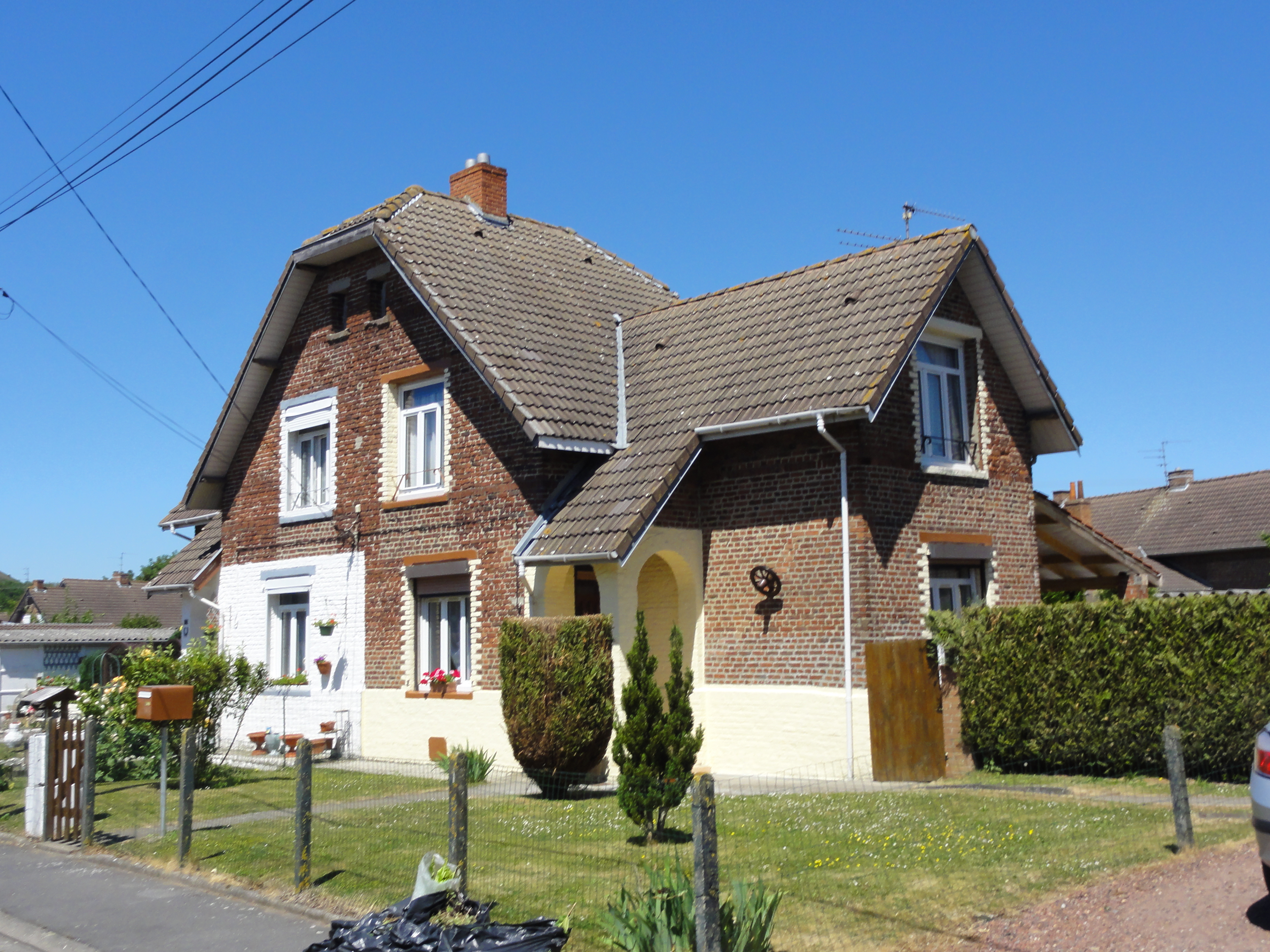
La cité pavillonnaire.
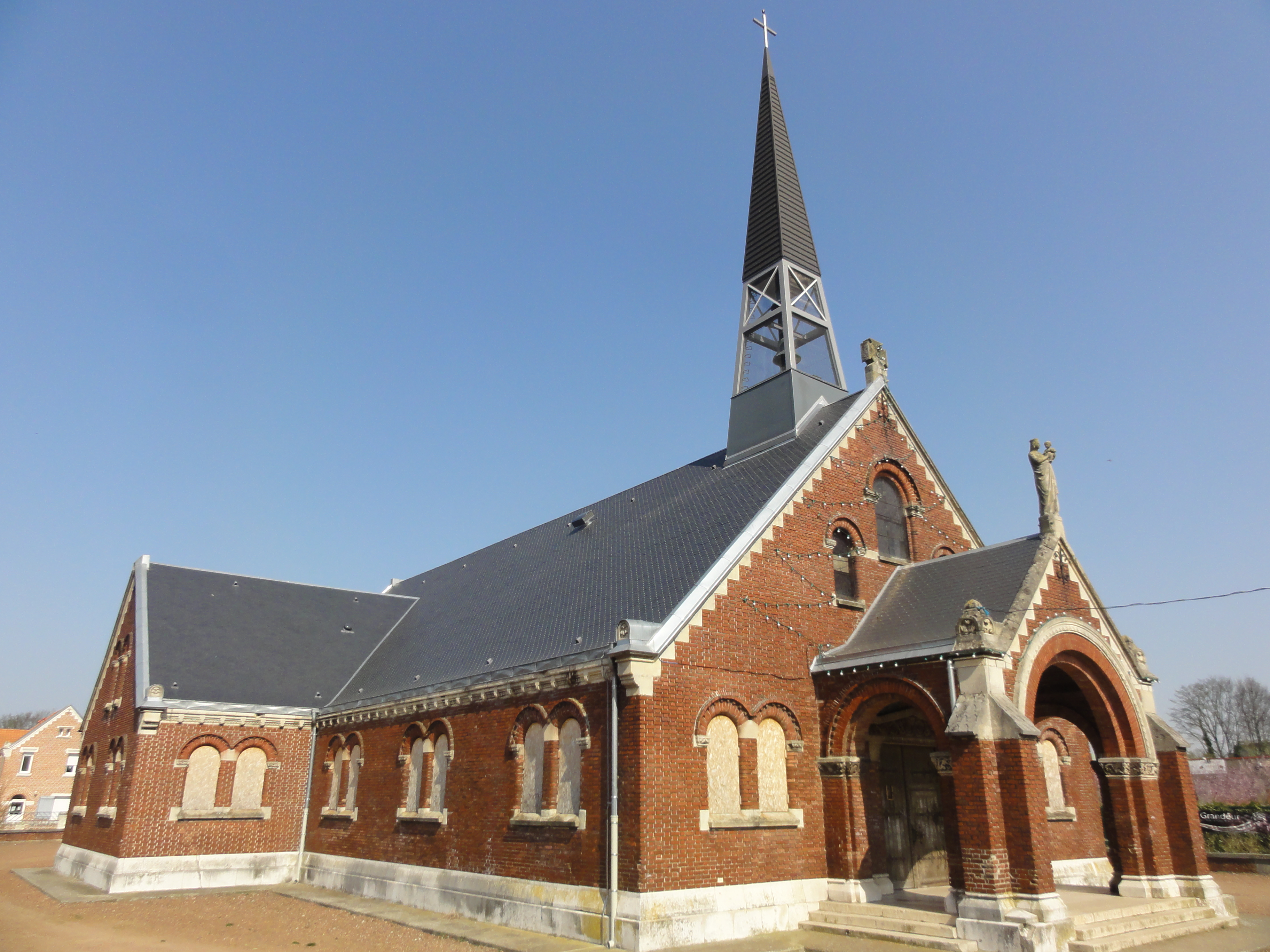
L'église Saint-Louis.
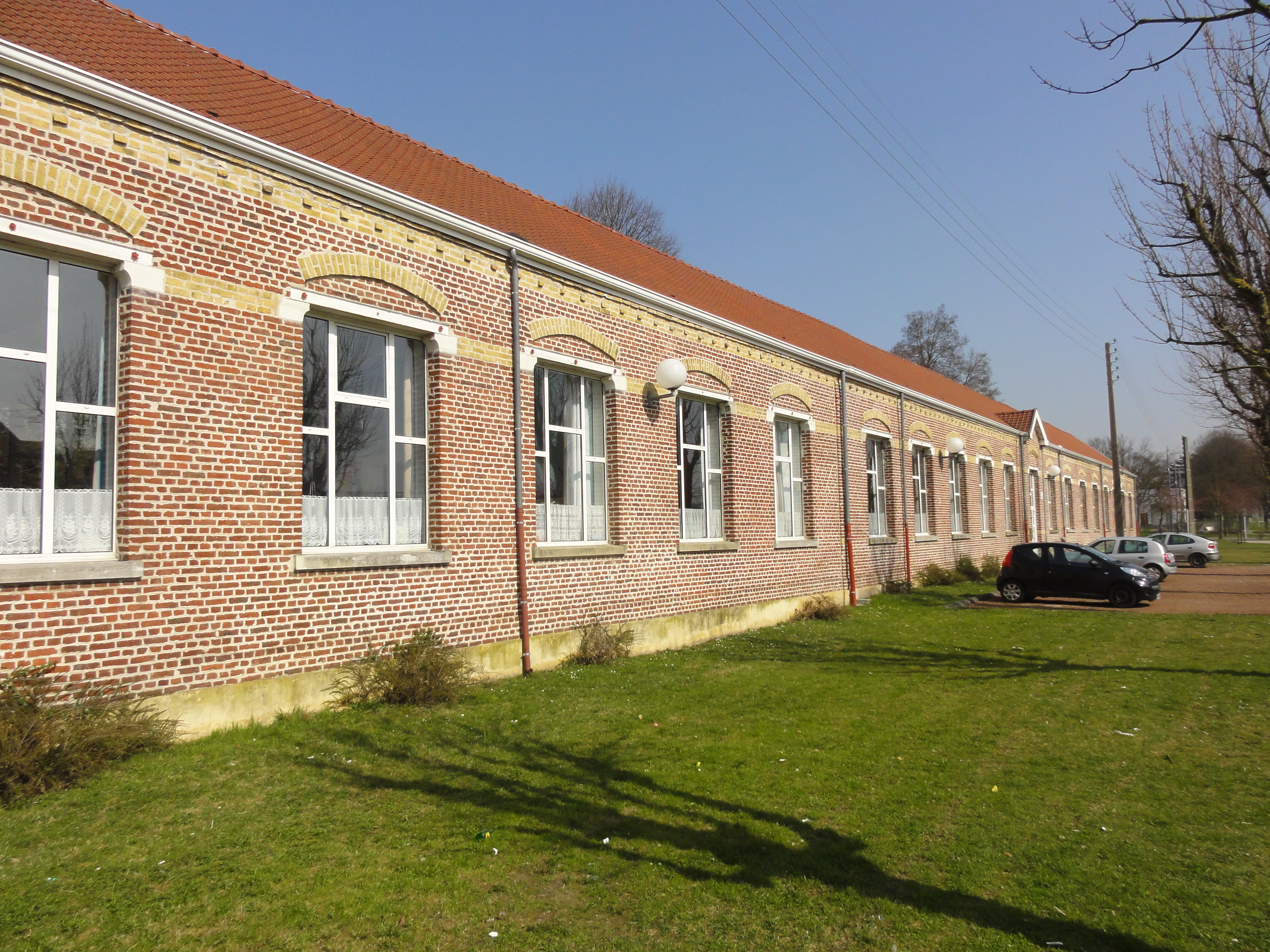
Les écoles.
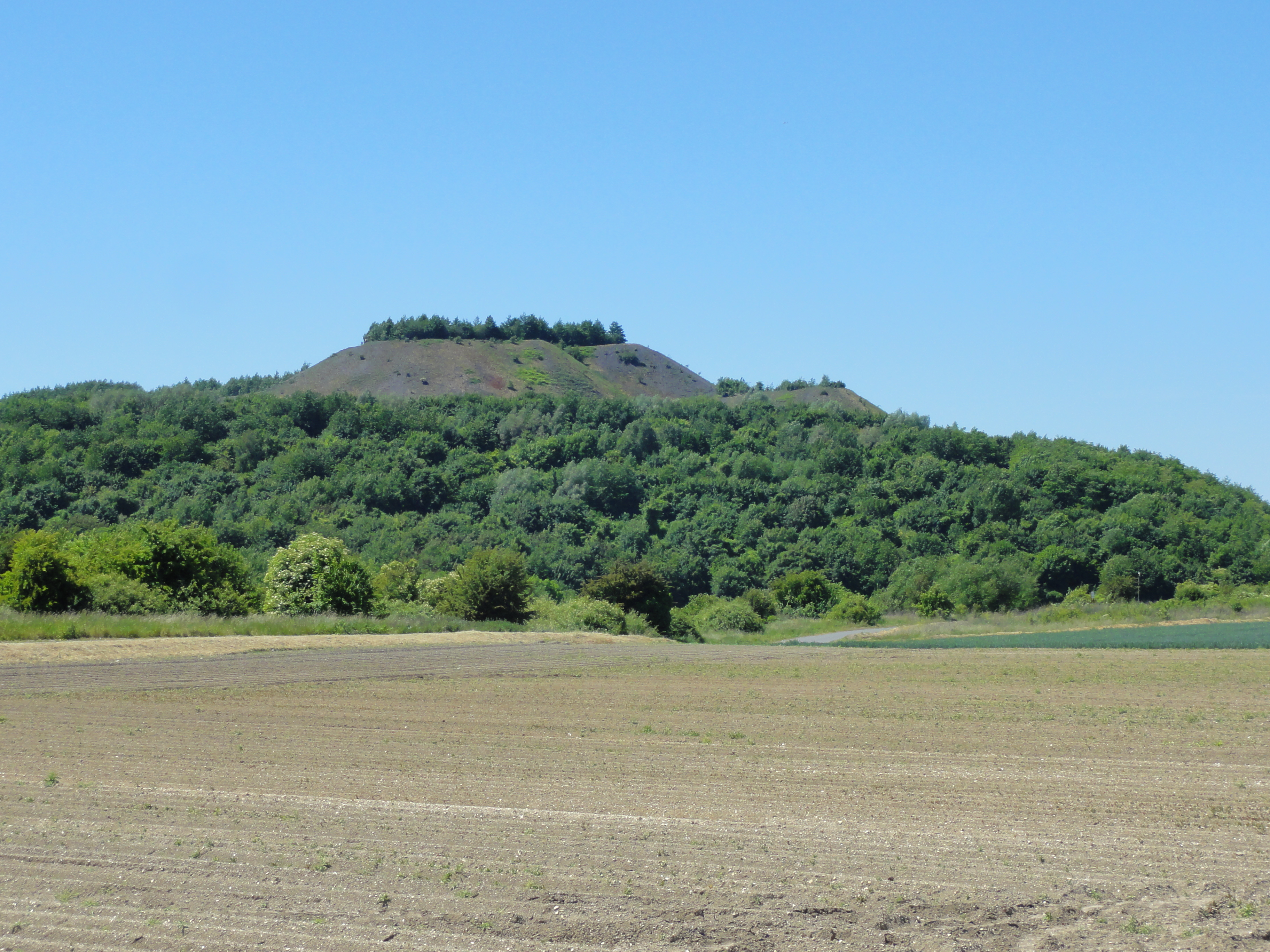
Le terril no 58.
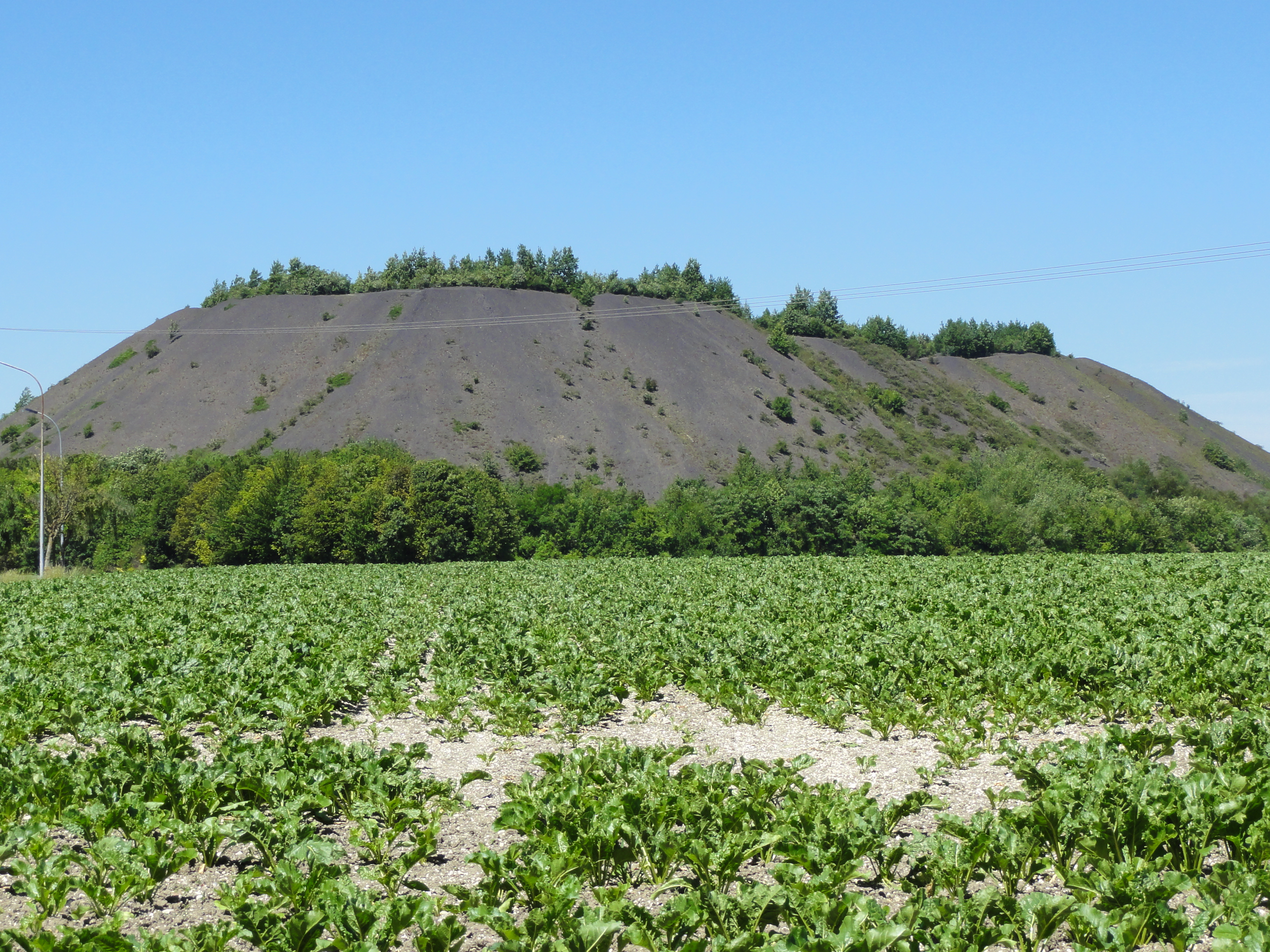
Le terril no 58A.

### Siteno85
Le site no 85 est formé par un dispensaire de la Société de Secours minière, à Grenay.

### Siteno86
Le site no 86 est formé par le monument au soldat Fernand-Joseph-Édouard Marche, à Bully-les-Mines, près de la fosse no 1 - 1 bis - 1 ter des mines de Béthune.

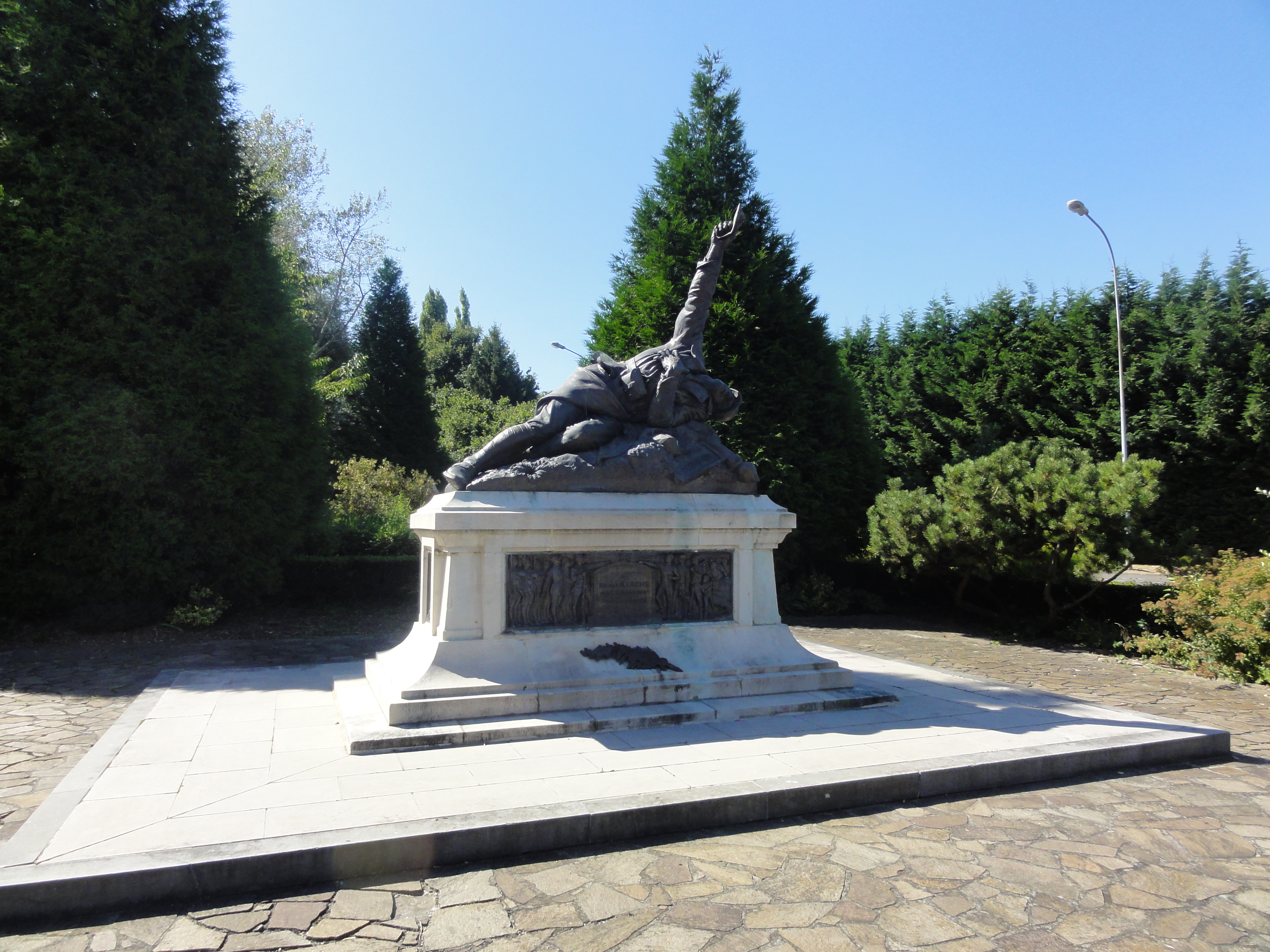
Le monument.
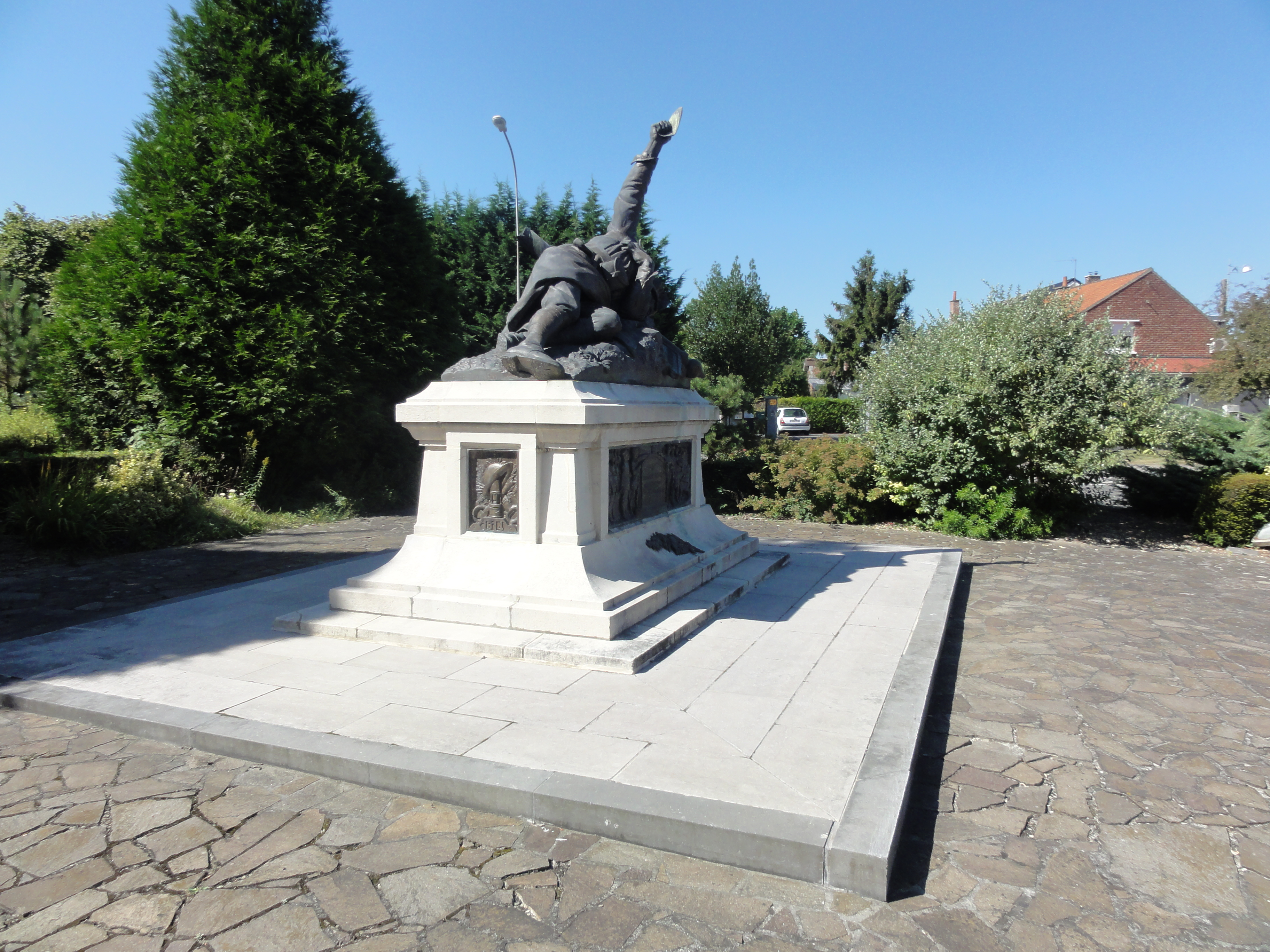
Le monument.
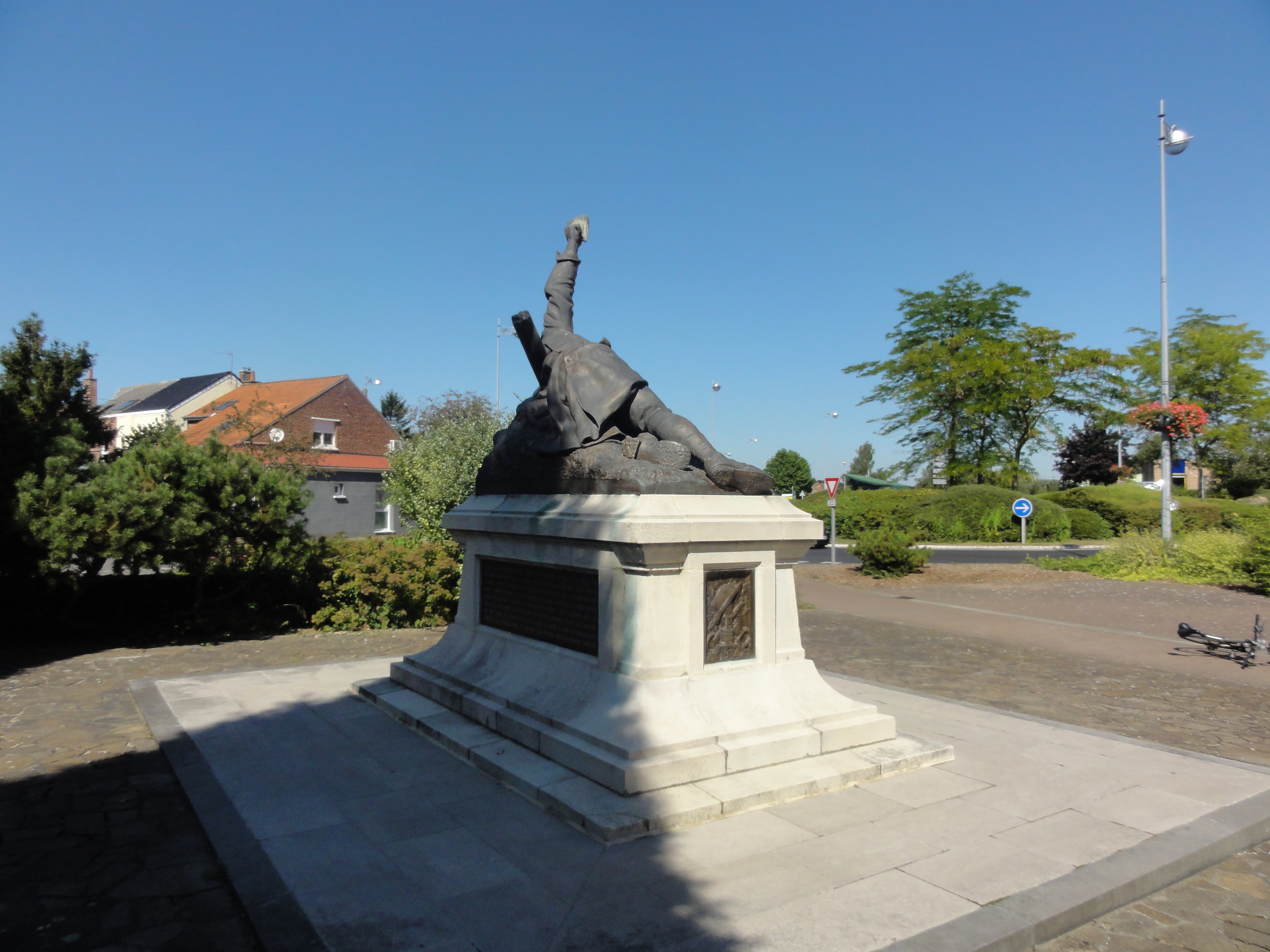
Le monument.
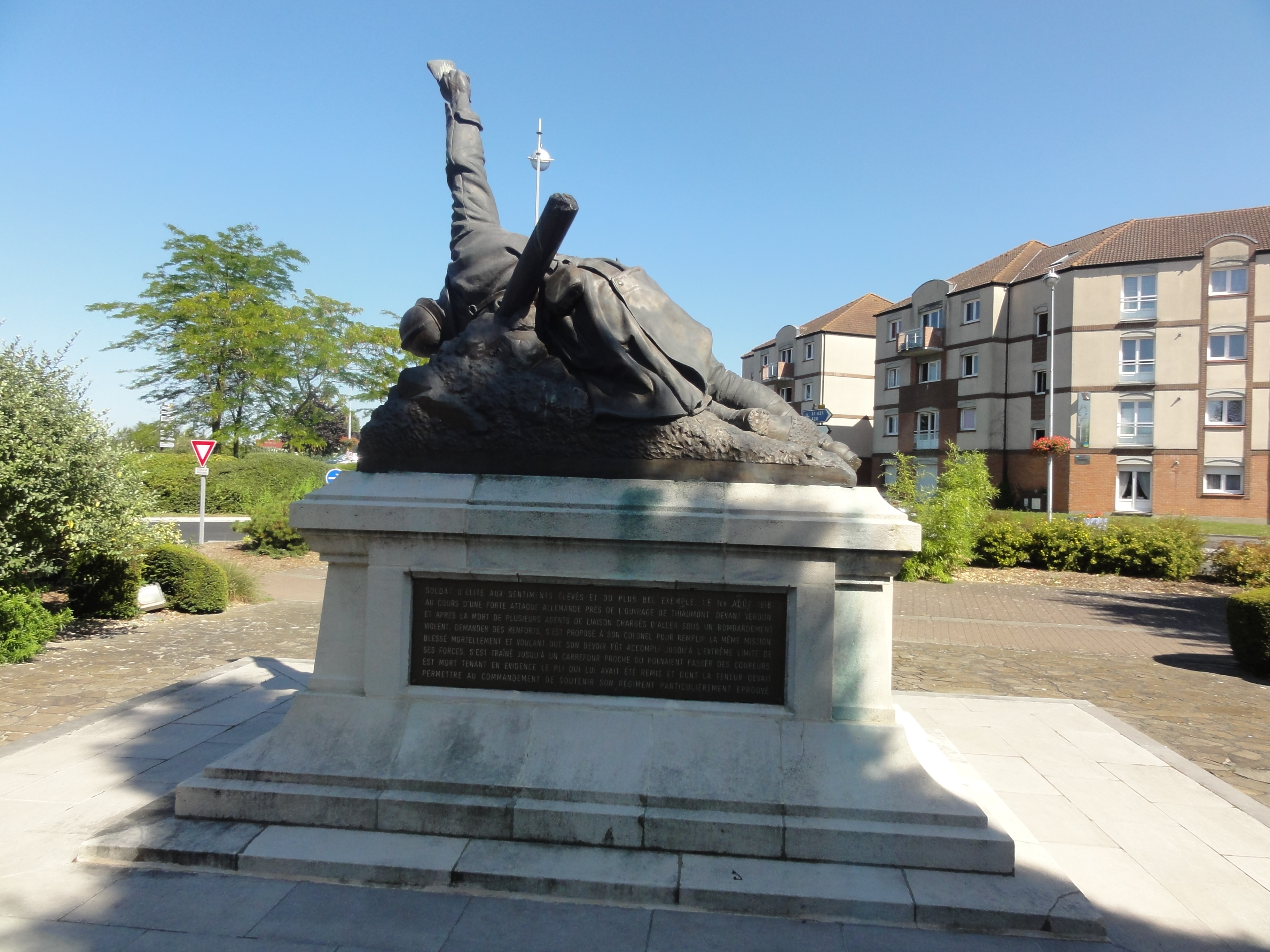
Le monument.
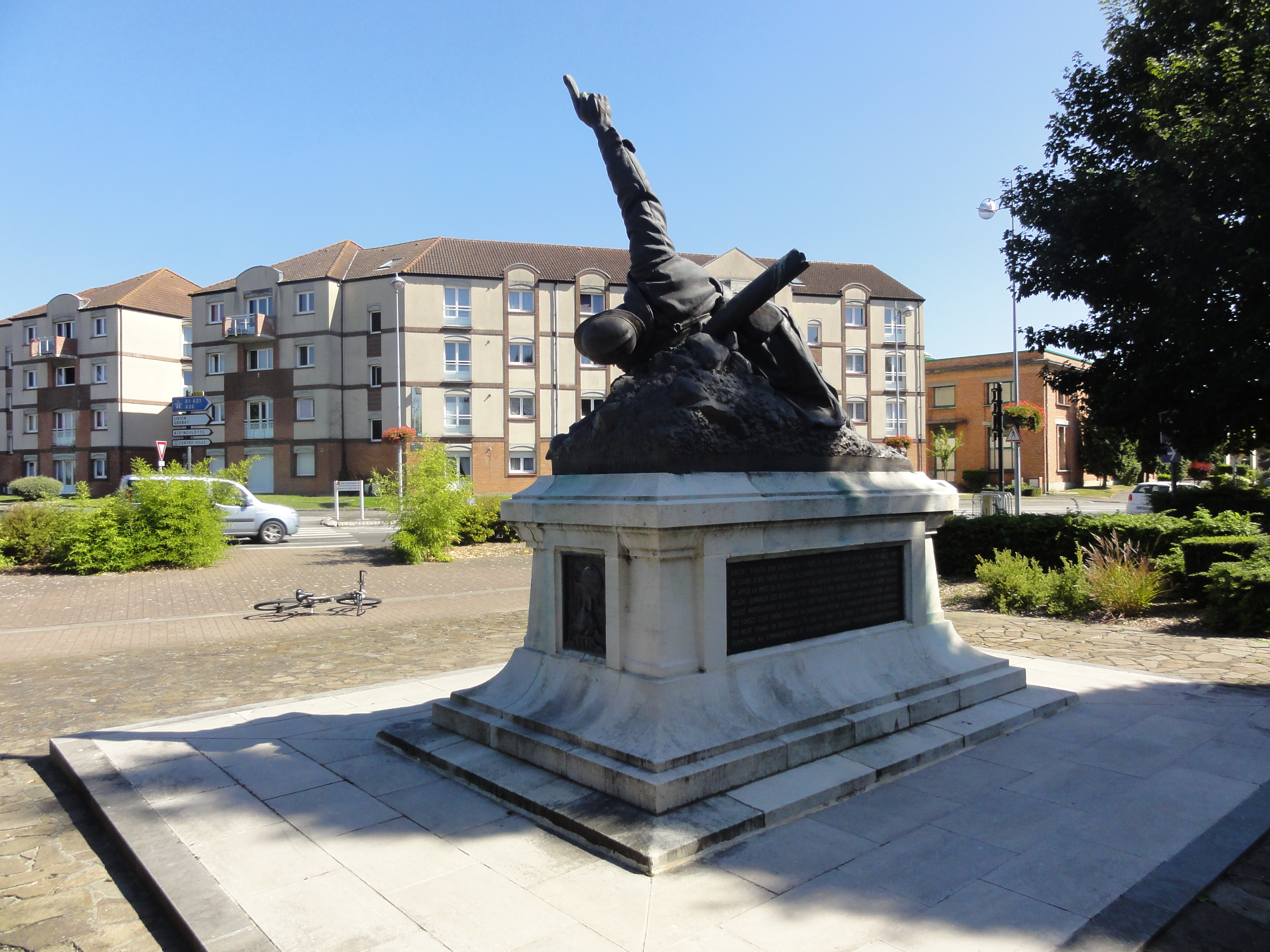
Le monument.

### Siteno87
Le site no 87 est constitué des écoles et de l'église Sainte-Marguerite de la cité no 10 de la fosse no 10 - 10 bis des mines de Béthune à Sains-en-Gohelle et, sur les territoires de Sains-en-Gohelle et de Bouvigny-Boyeffles, de la cité pavillonnaire no 10.

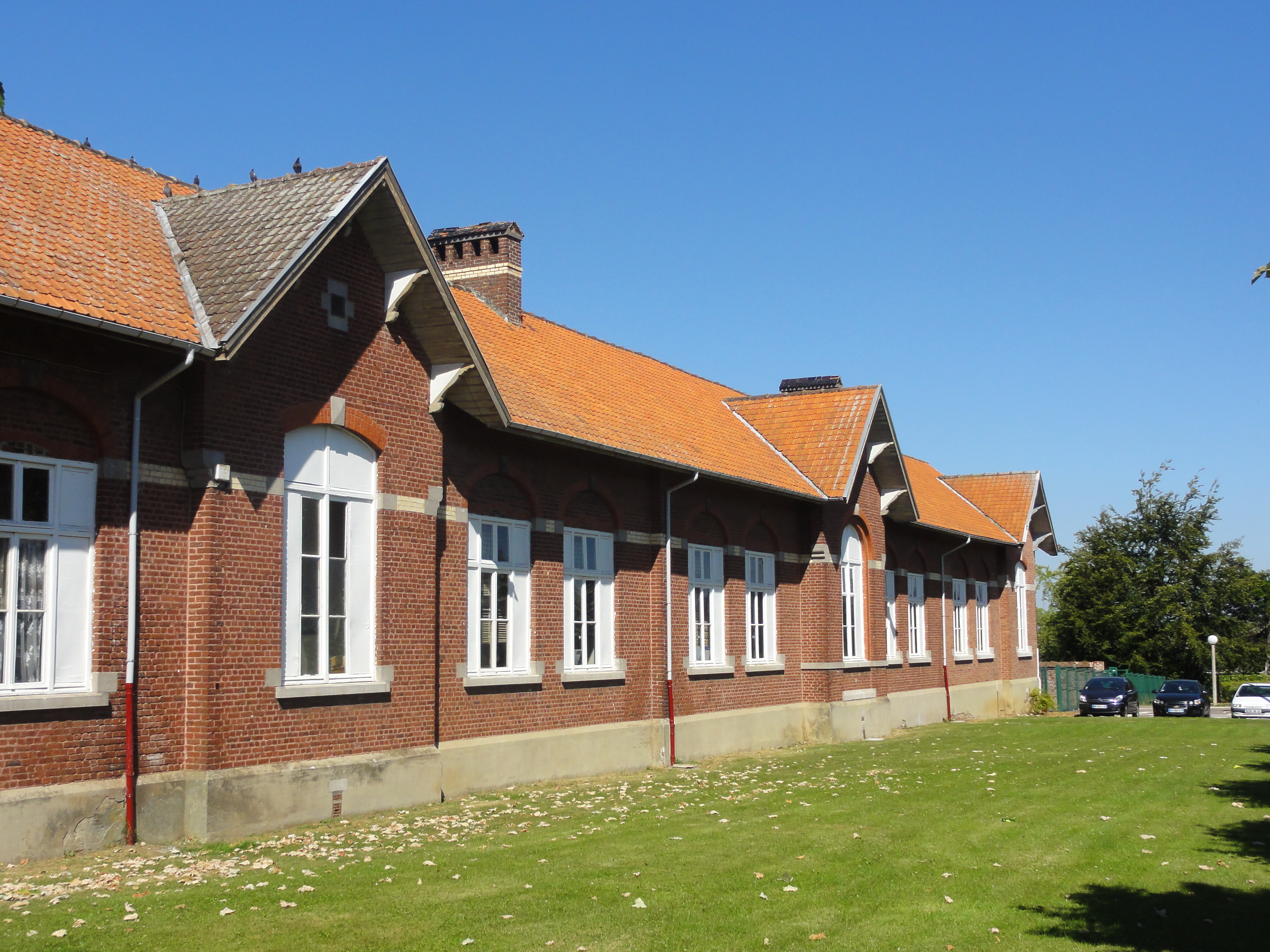
Les écoles.
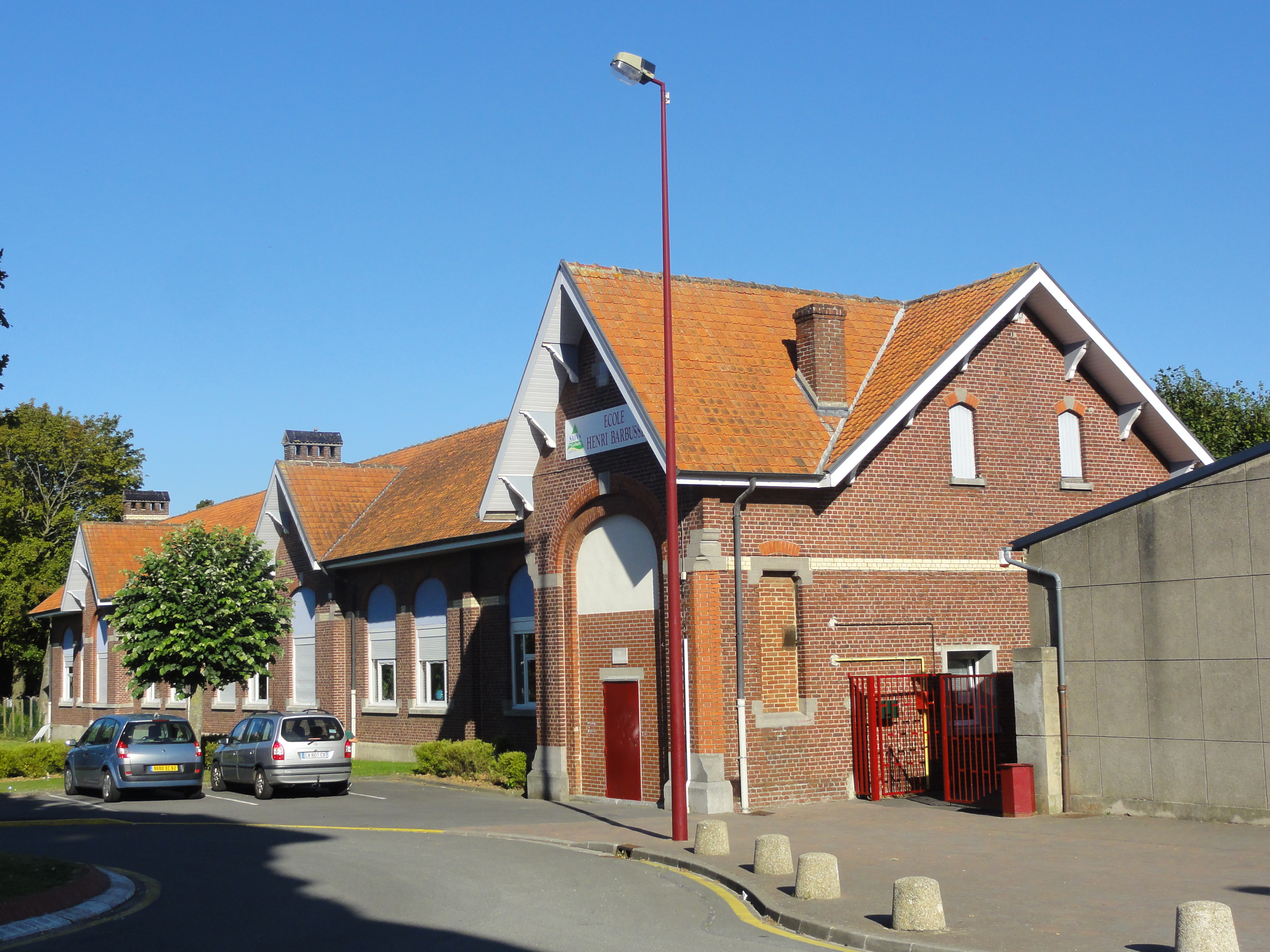
Les écoles.
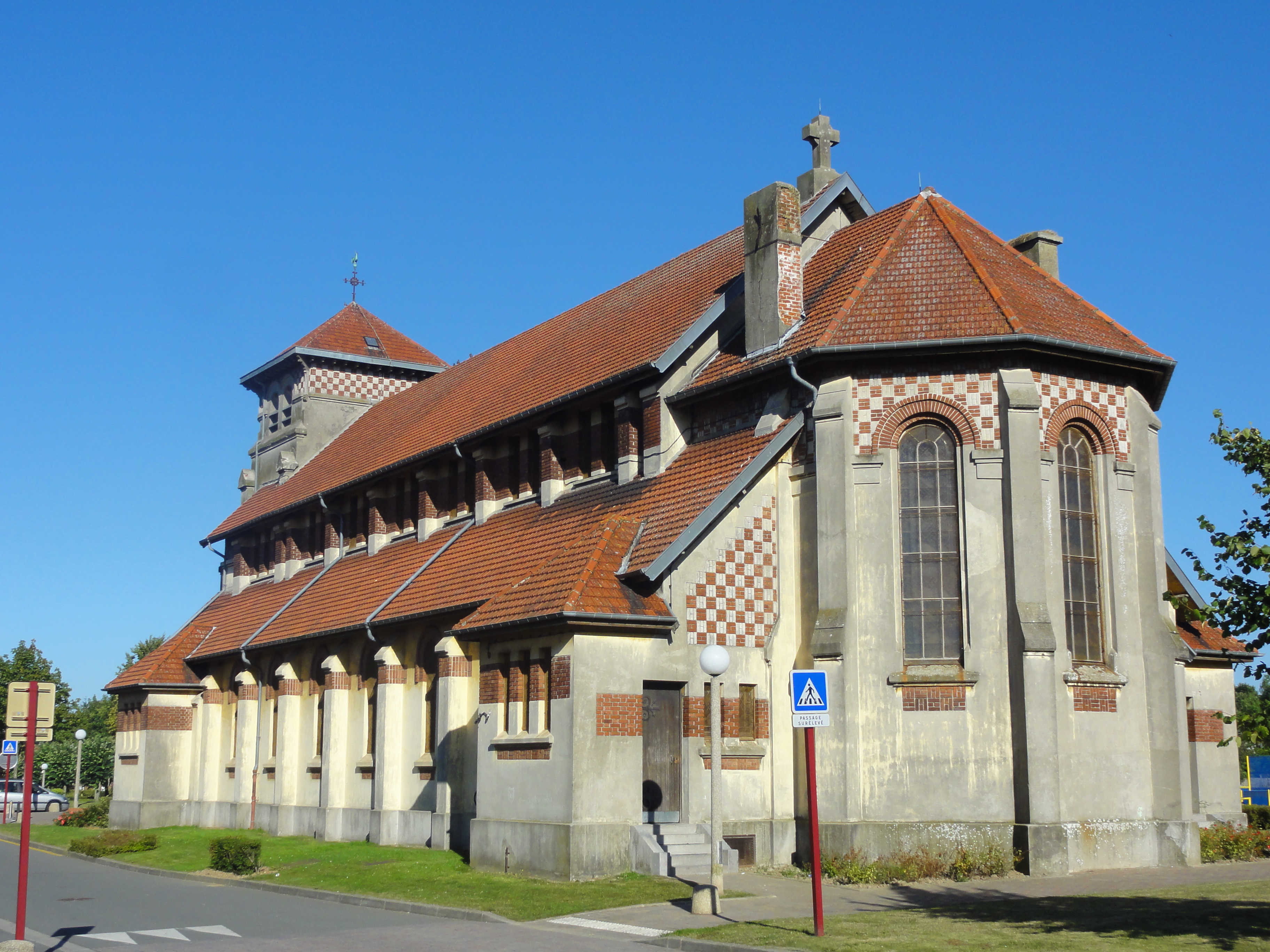
L'église Sainte-Marguerite.
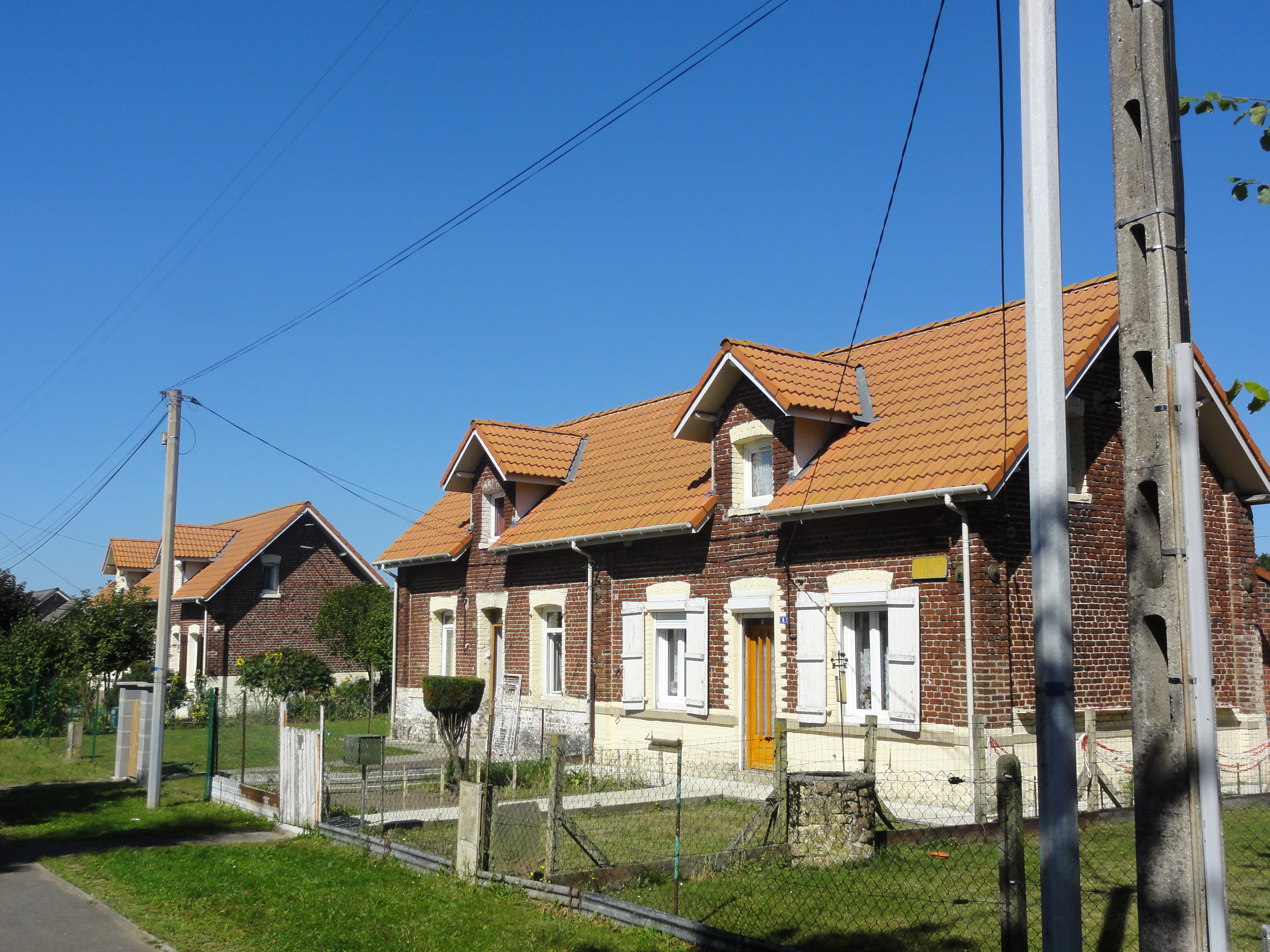
Les cités.
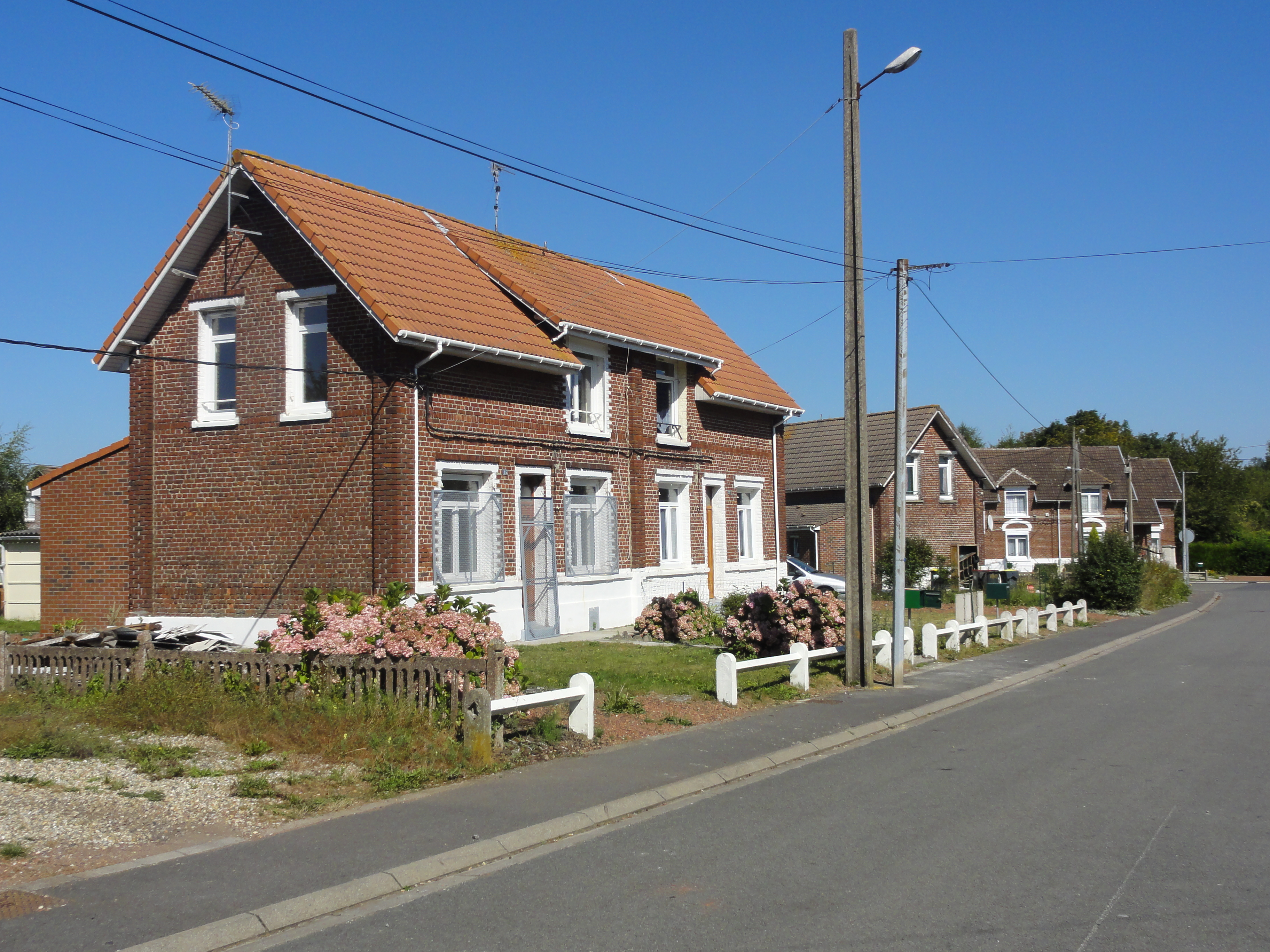
Les cités.
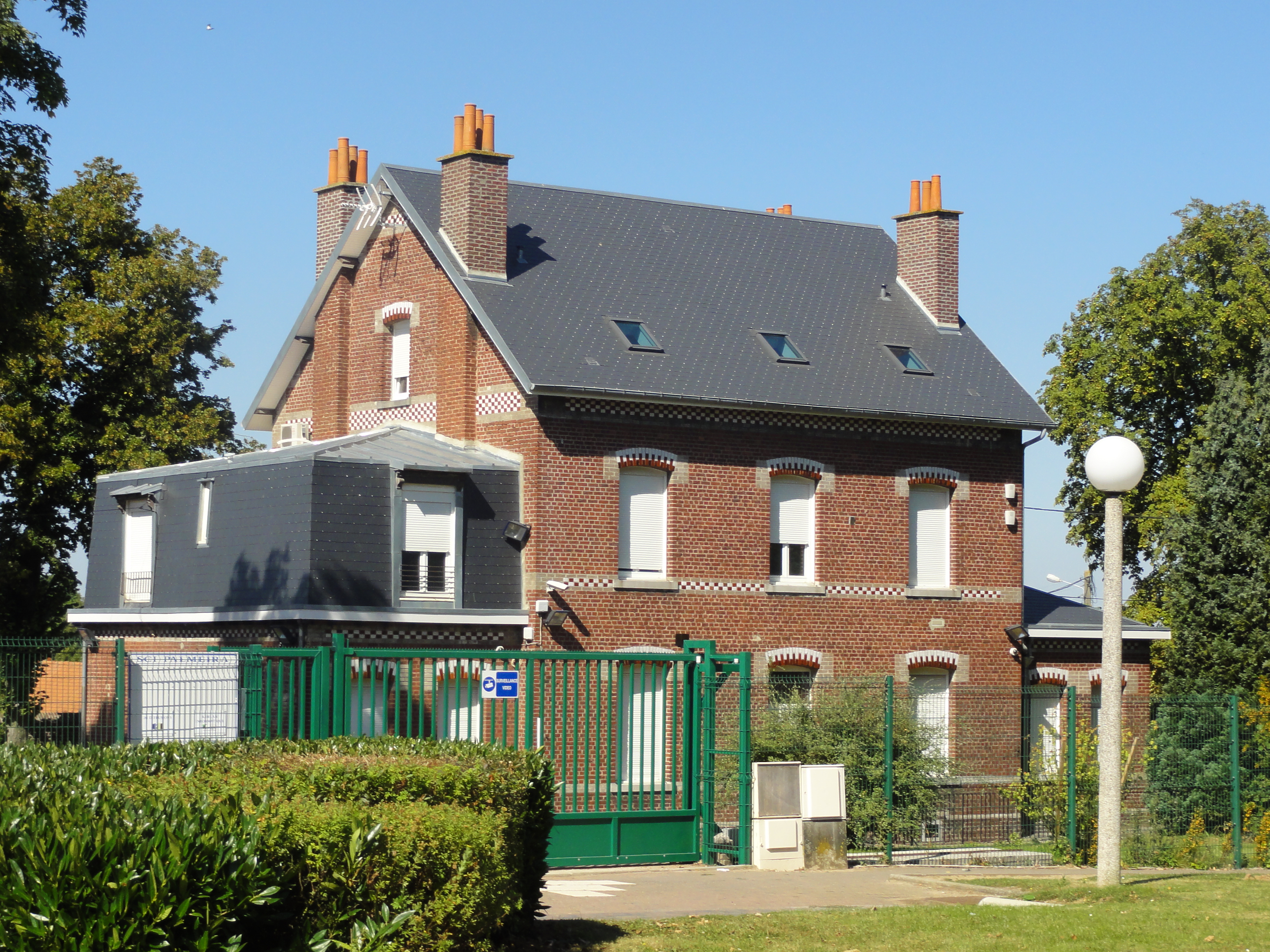
Les cités.

### Siteno88
Le site no 88 concerne Nœux-les-Mines presque exclusivement. Il comprend les vestiges de la fosse no 1 - 1 bis des mines de Nœux, le terril conique no 36, 1 de Nœux, les Grands Bureaux de la Compagnie de Vicoigne-Nœux-Drocourt, la cité pavillonnaire no 1 ancienne, l'église Sainte-Barbe et le groupe scolaire, la coopérative minière, la cité-jardin de la Résidence du Fond de Sains, la cité pavillonnaire rue de Moussy, les cités modernes du Stade et du Chemin perdu, la pharmacie de la Société de Secours Minière, et la cité-jardin no 1 nouvelle, cette dernière étant également en partie située sur le territoire d'Hersin-Coupigny.

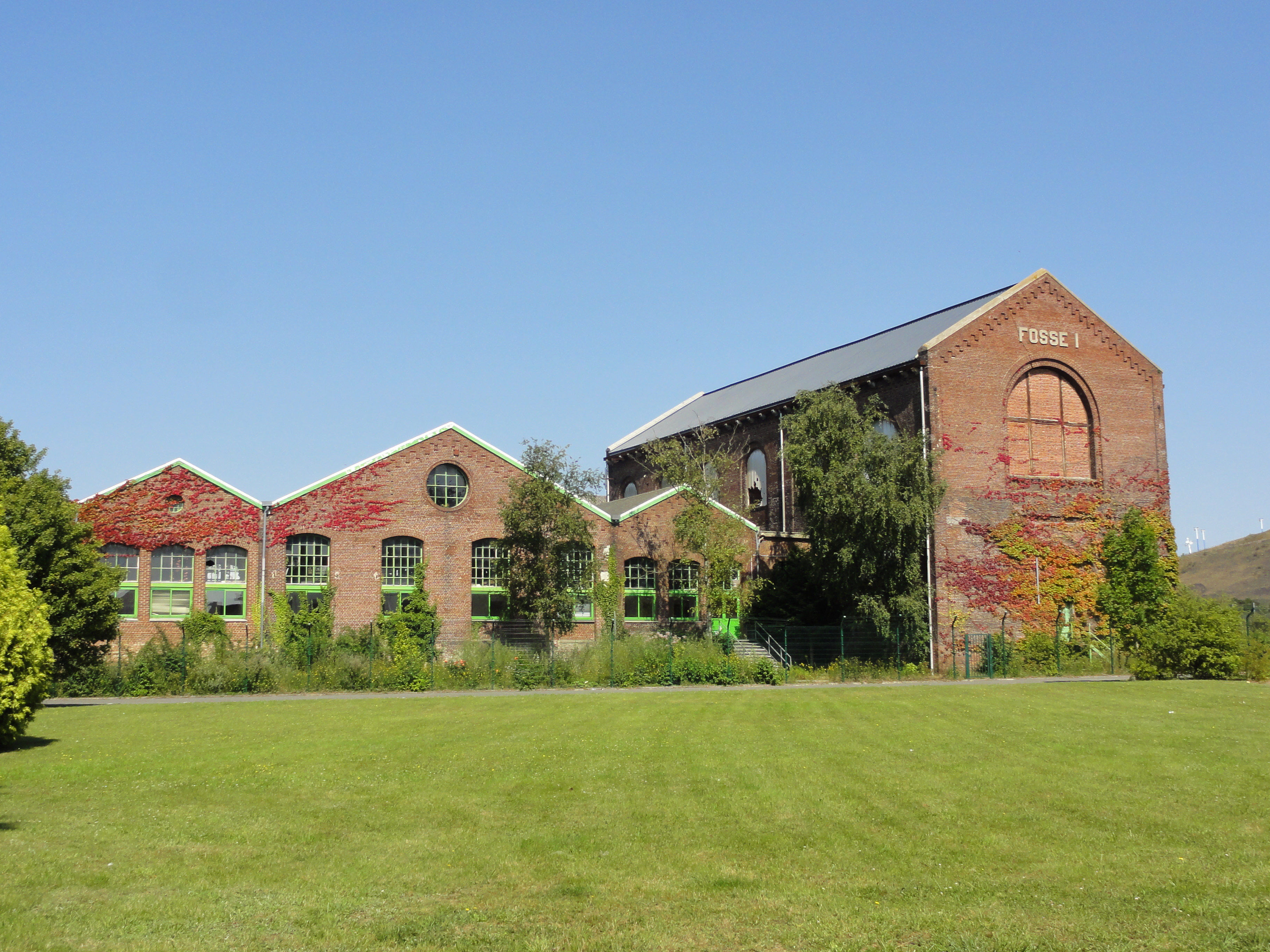
La fosse no 1 - 1 bis.
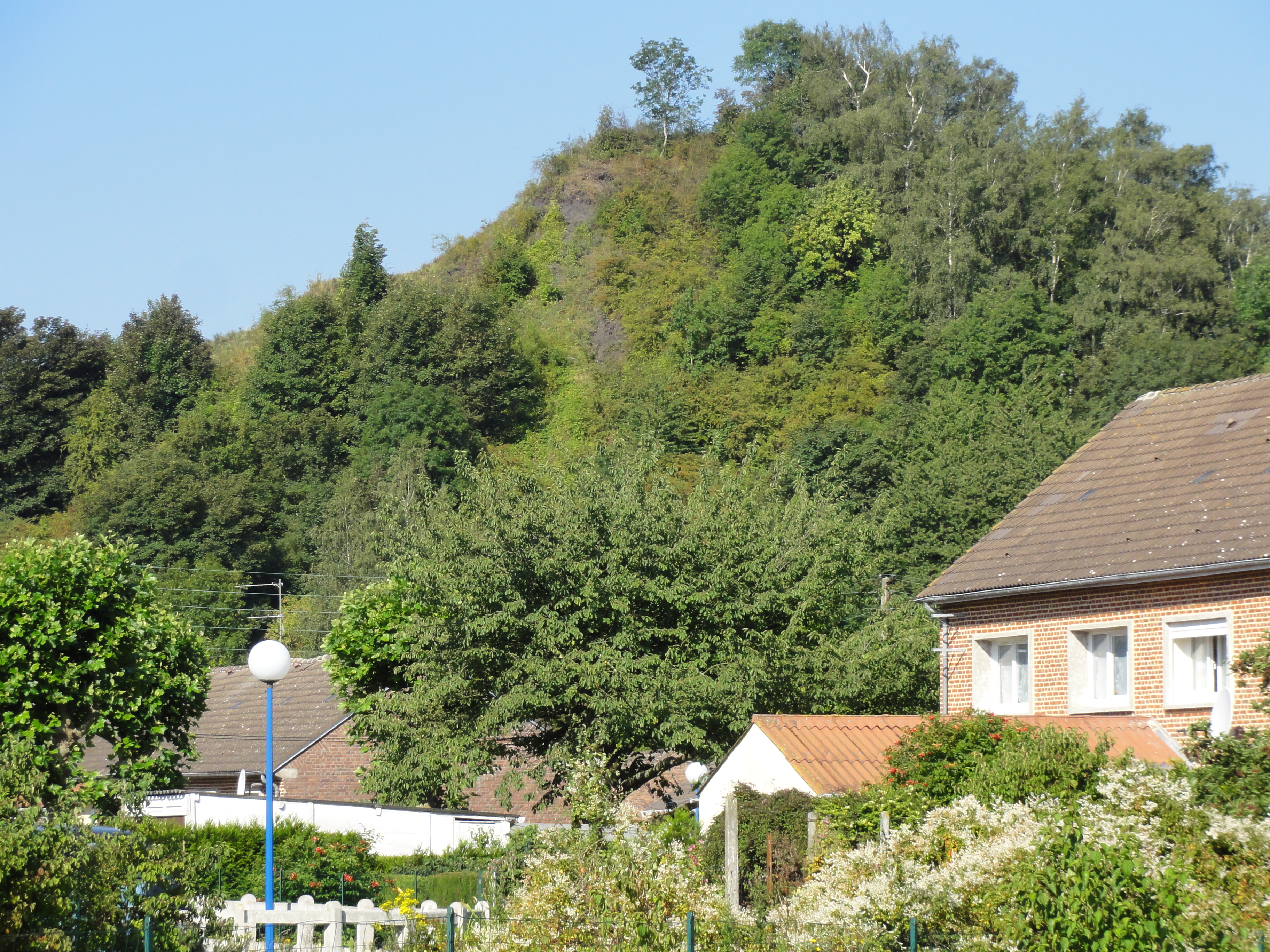
Le terril no 36.
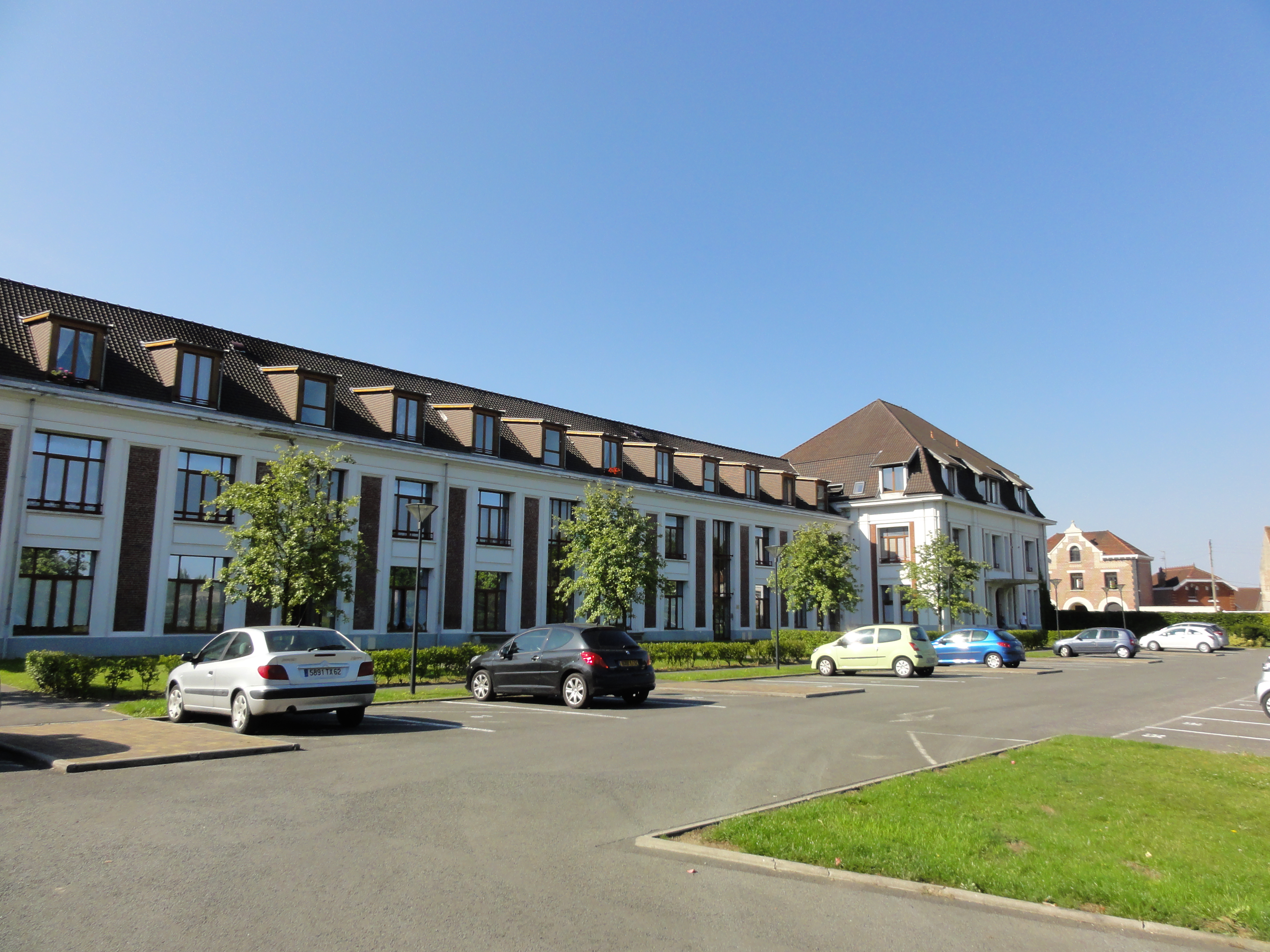
Les grands bureaux.
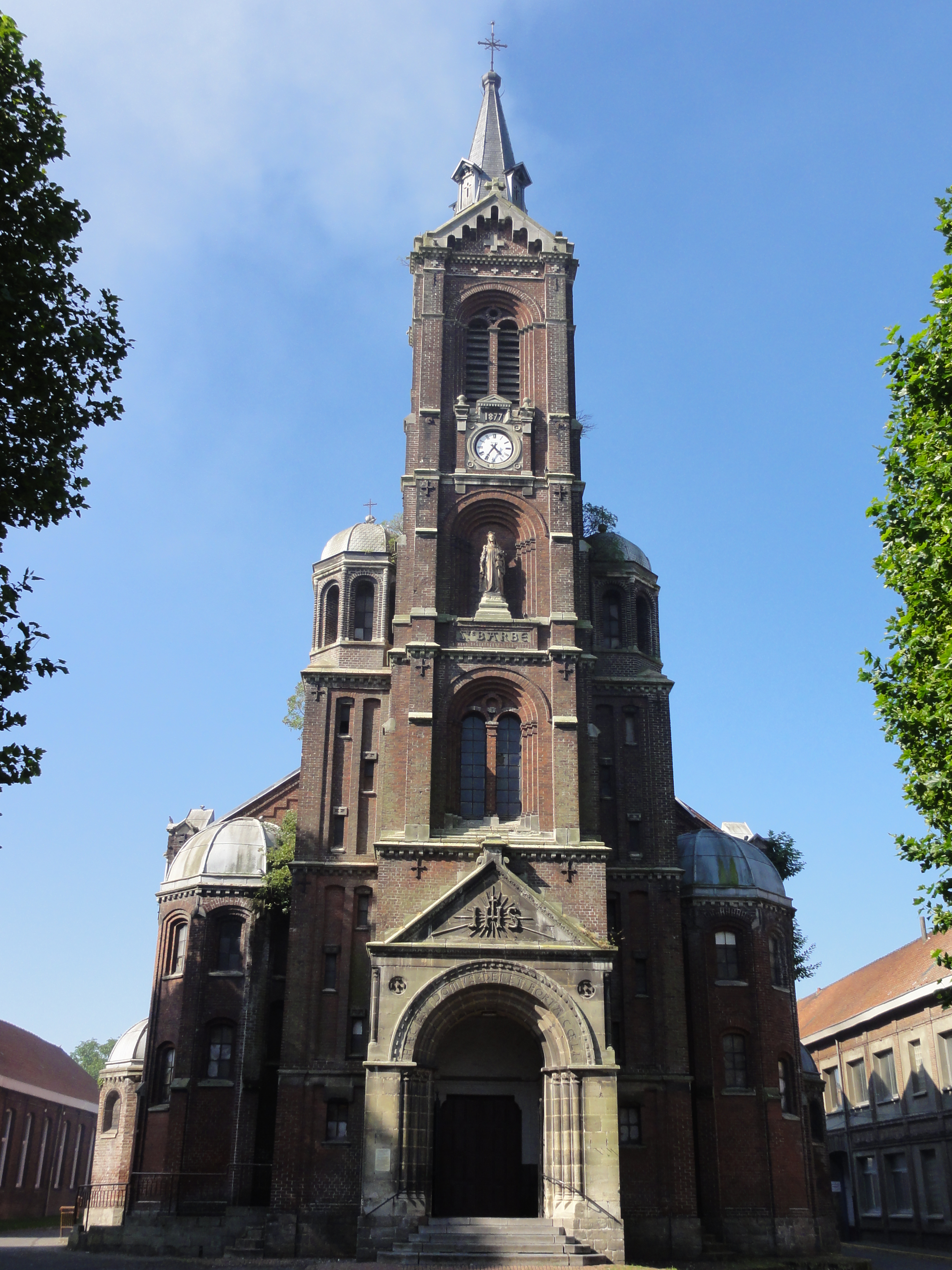
L'église Sainte-Barbe.
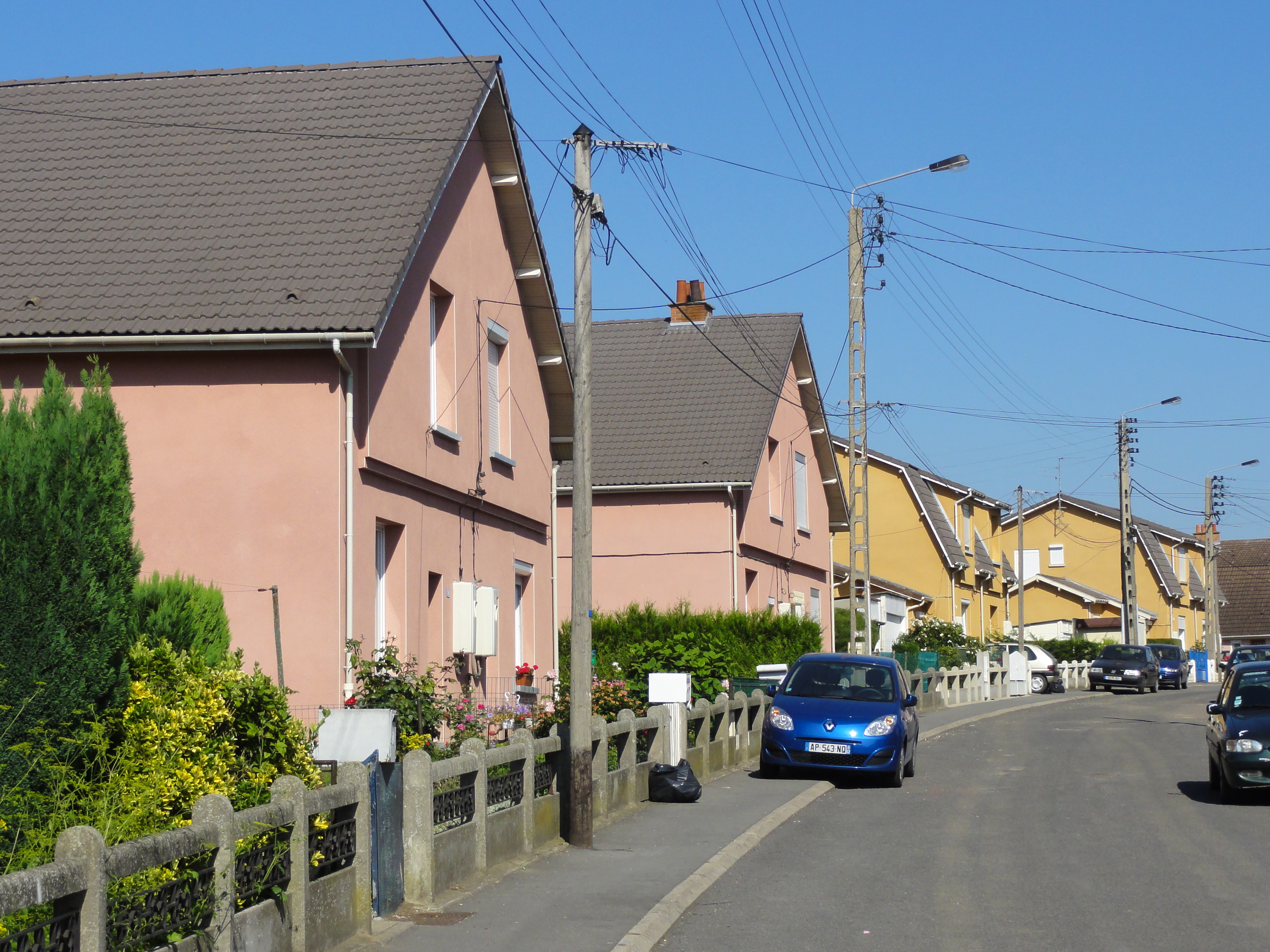
La cité-jardin.
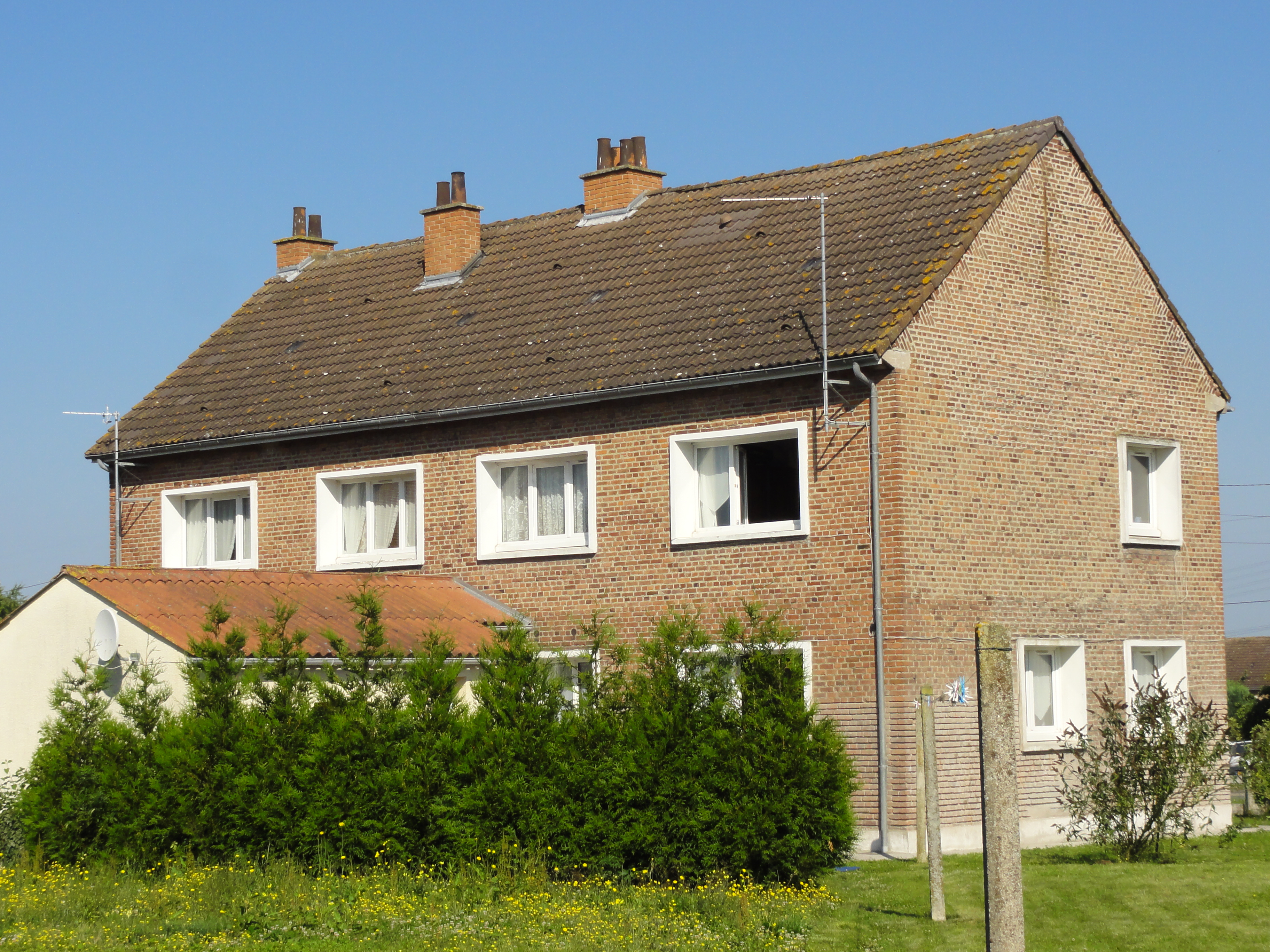
La cité moderne.

### Siteno89
Le site no 89 est constitué de la cité-jardin Jeanne d'Arc et de son école, d'un cavalier minier, à Barlin, et de la cité pavillonnaire de la Loisne et de la cité-jardin no 9 à Barlin et Hersin-Coupigny, ces éléments ont été bâtis pour la fosse no 9 - 9 bis des mines de Nœux.

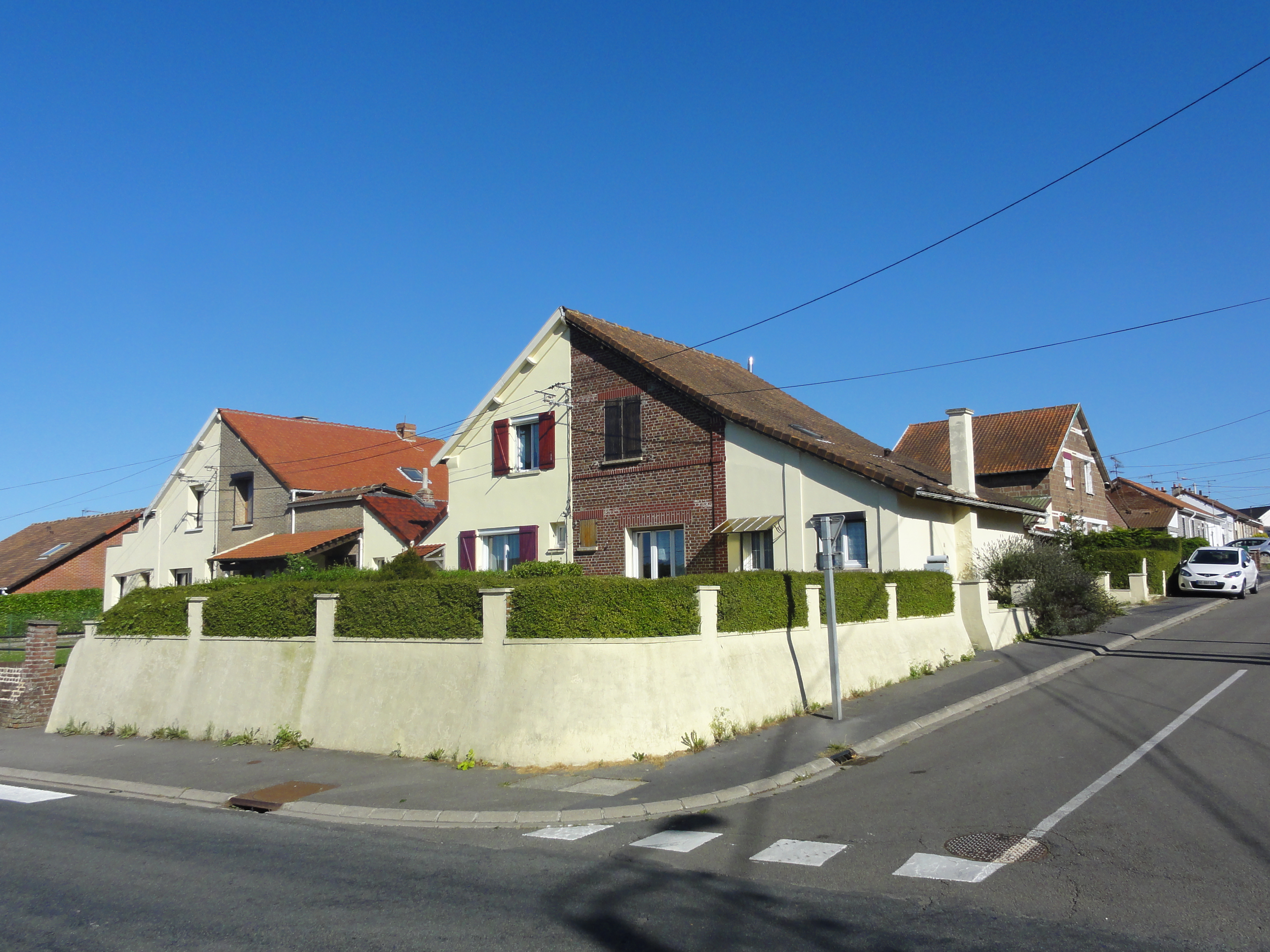
La cité Jeanne d'Arc.
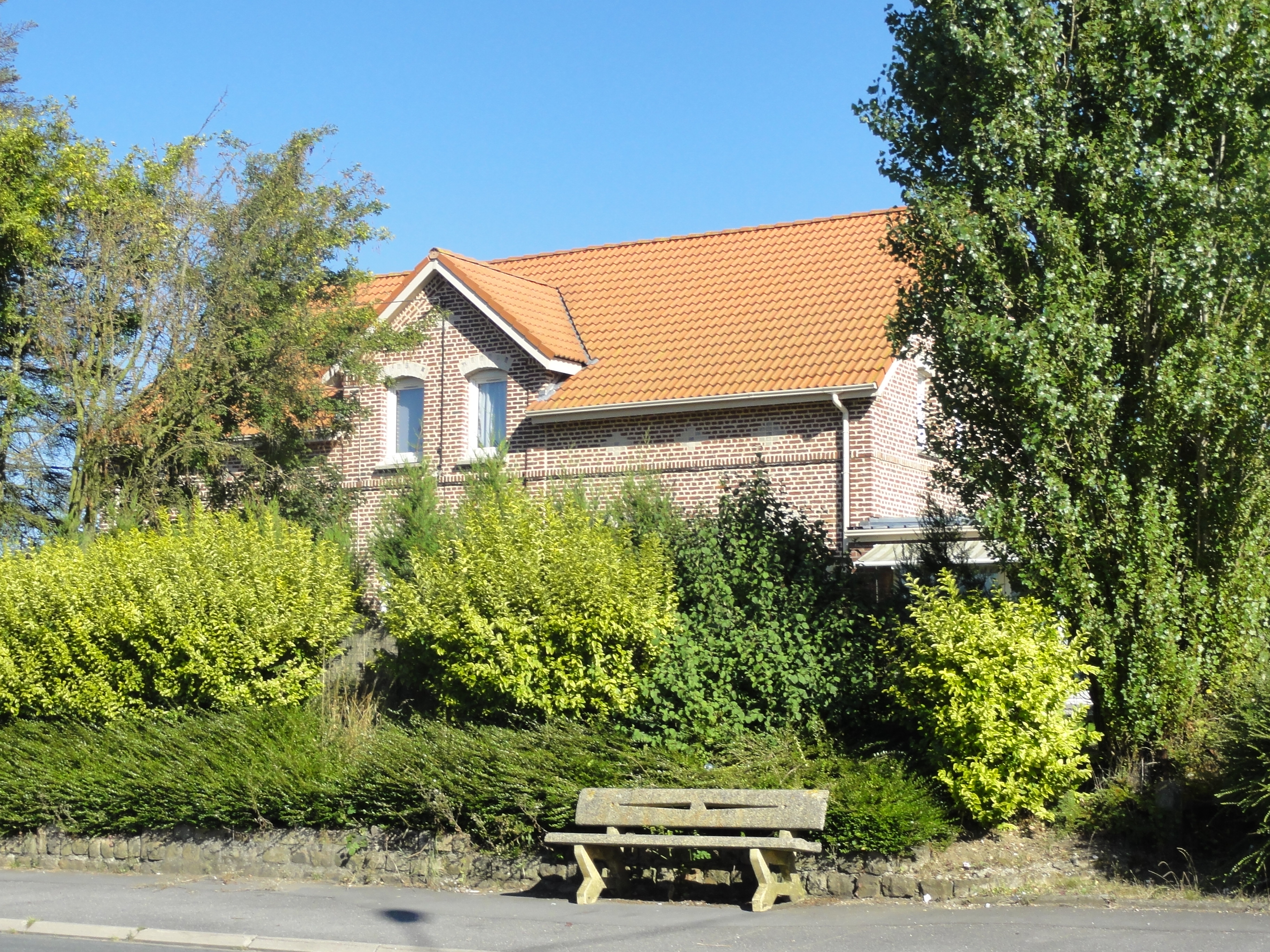
La cité Jeanne d'Arc.
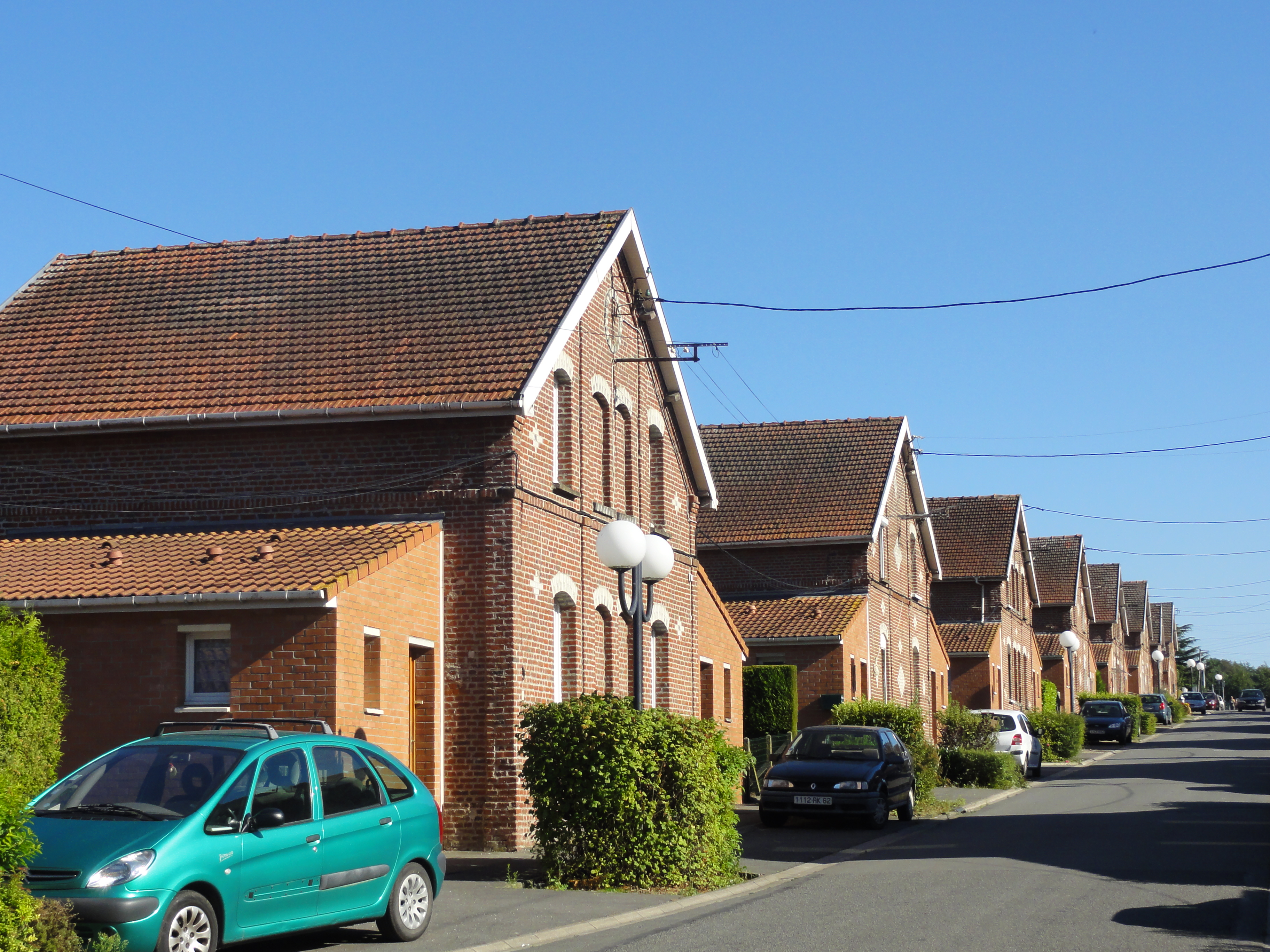
La cité no 9.
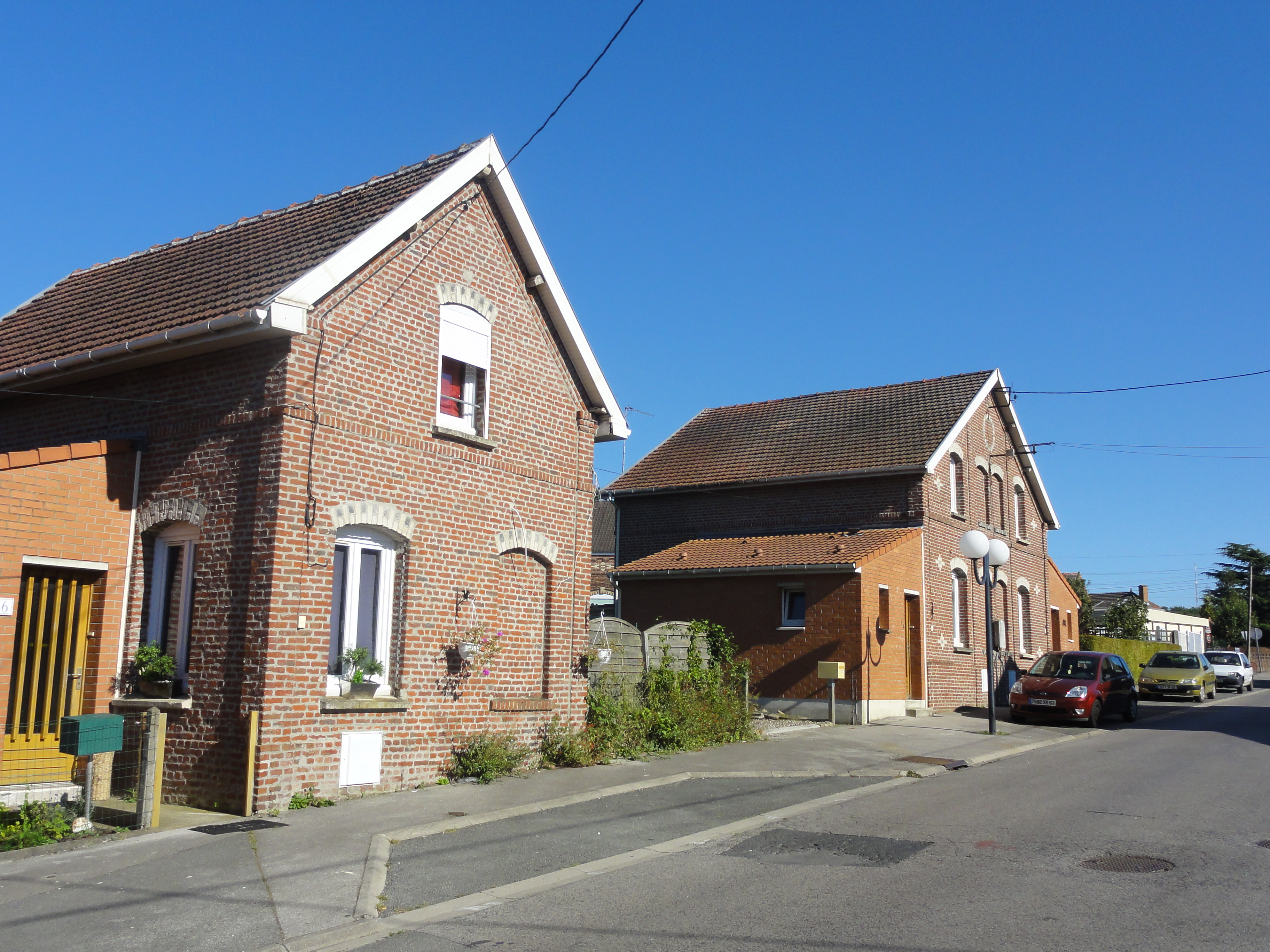
La cité no 9.
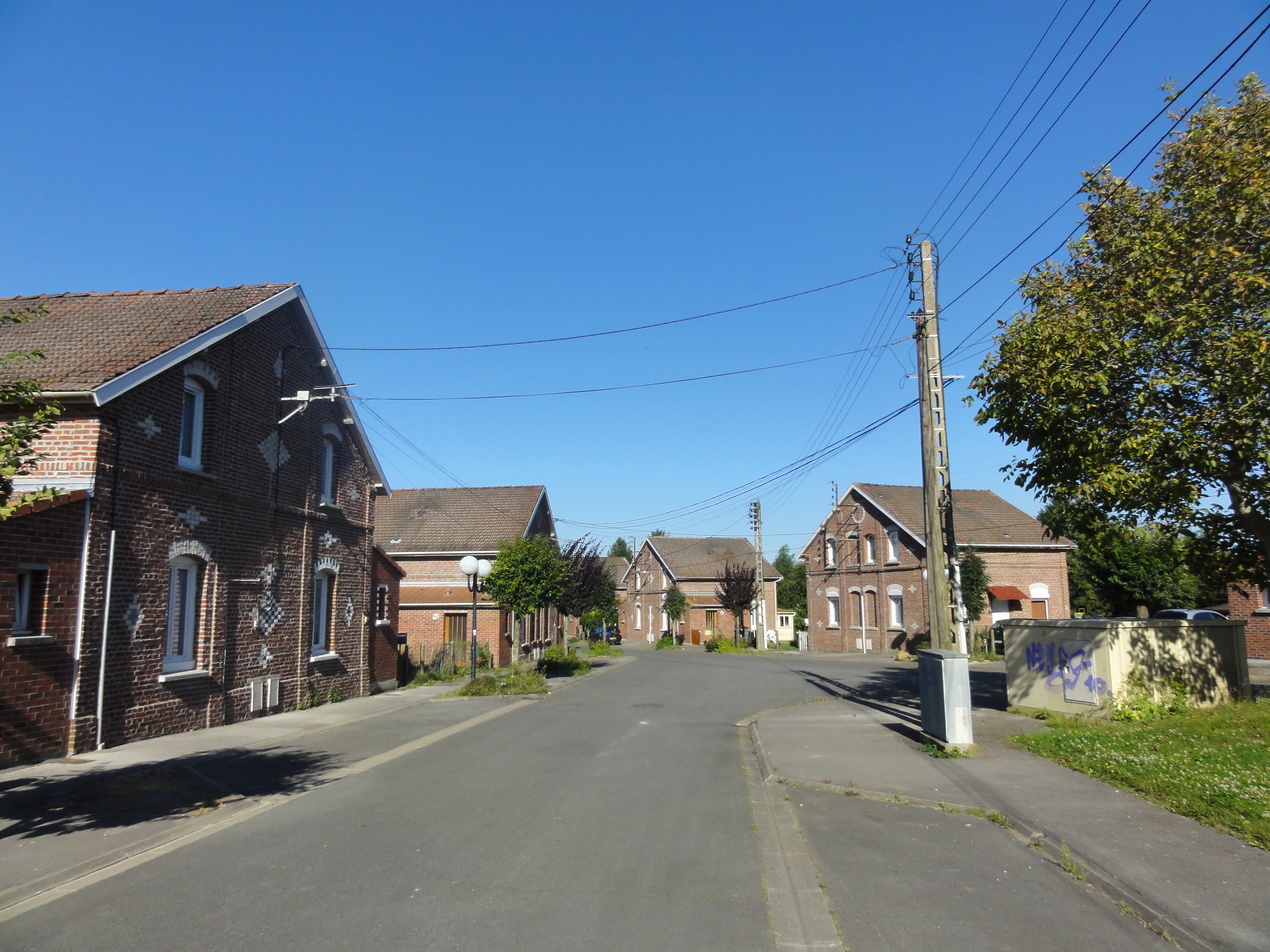
La cité no 9.
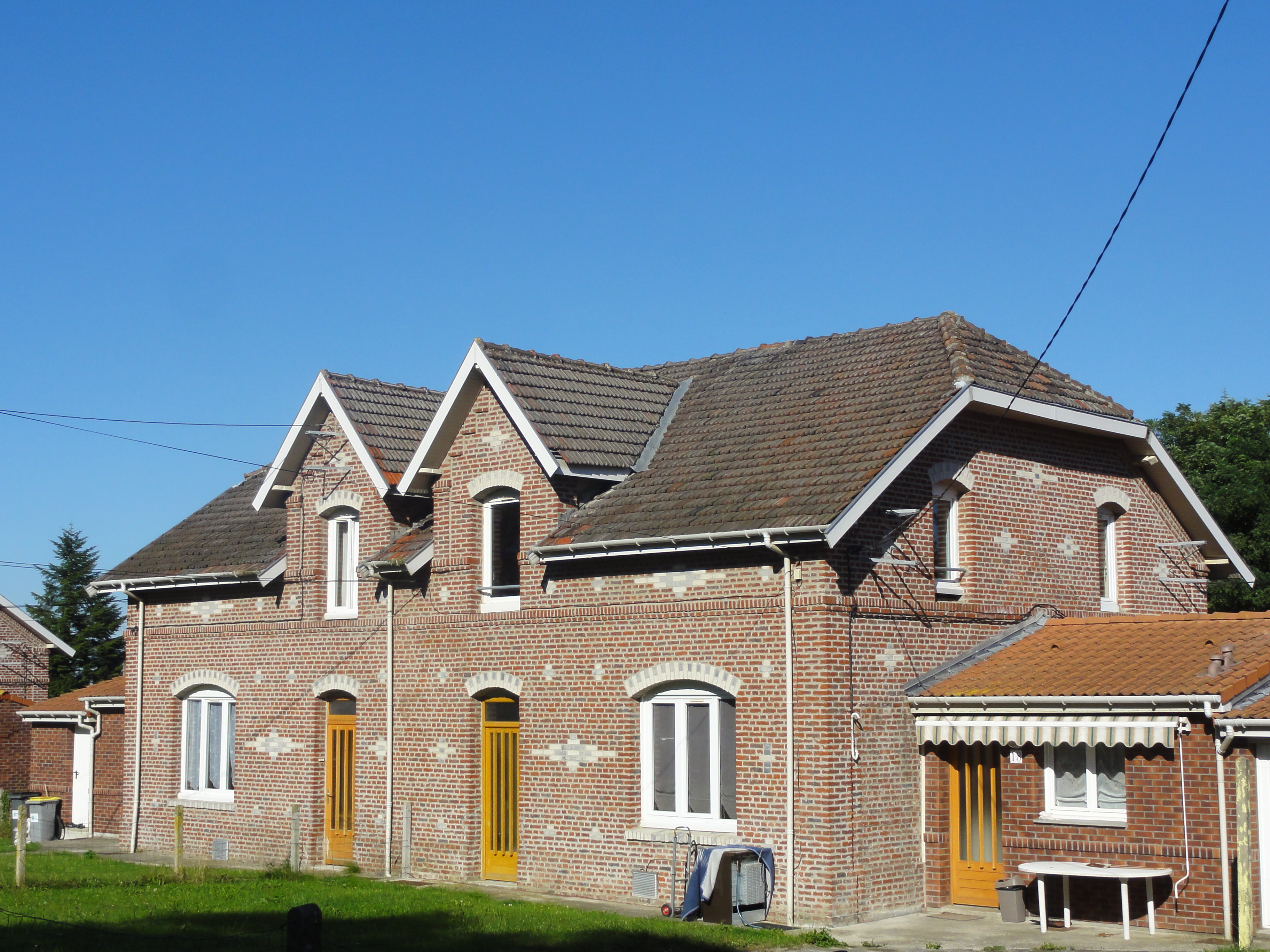
La cité no 9.

### Siteno90
Le site no 90 est composé de la cité pavillonnaire des Sœurs et de son groupe scolaire, bâtis pour la fosse no 9 - 9 bis des mines de Nœux.

### Siteno91
Le site no 91 est constitué de la fosse no 7 - 7 bis des mines de Nœux à Barlin et de sa cité pavillonnaire no 7, à Barlin et Maisnil-lès-Ruitz.

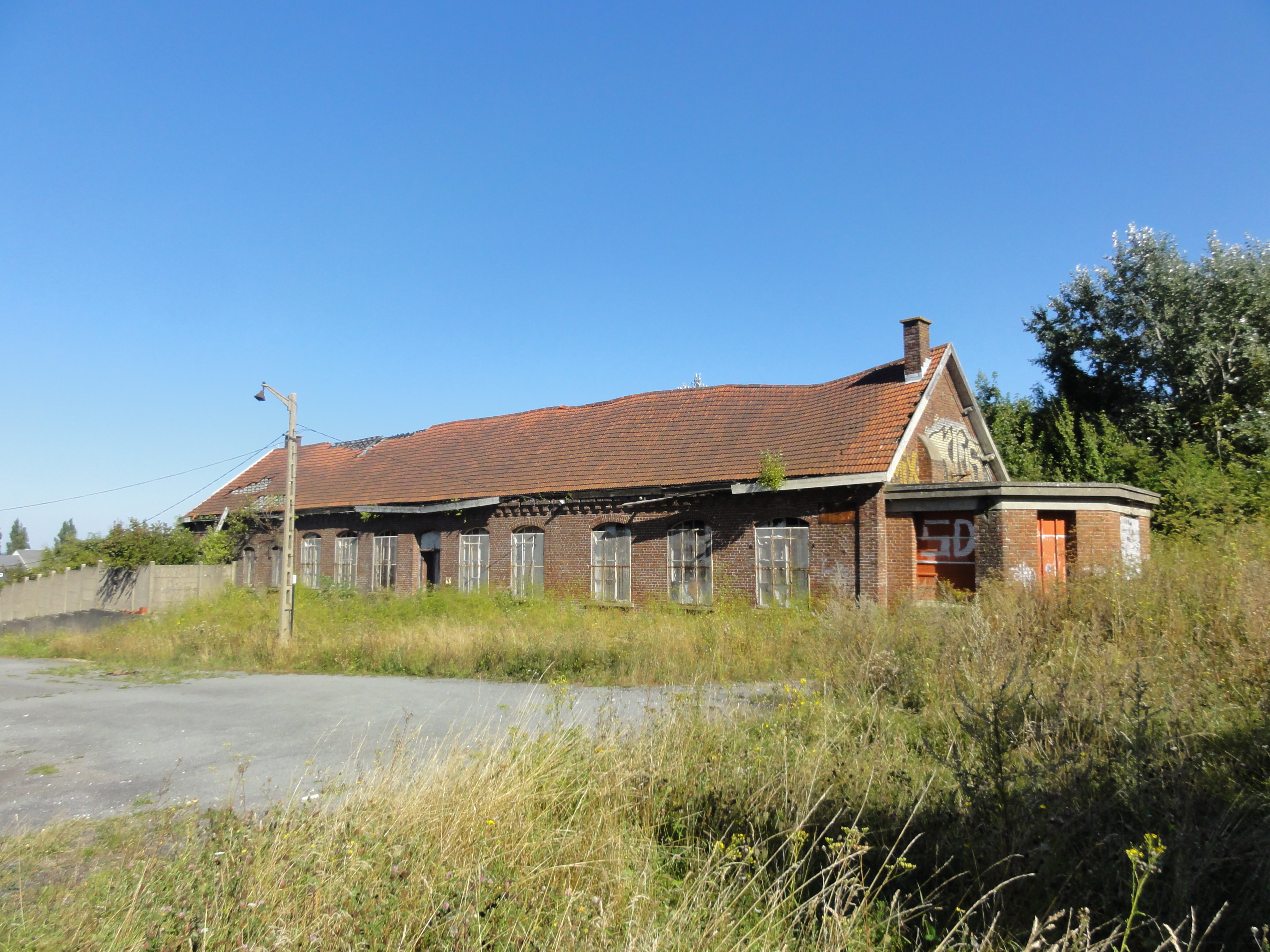
La fosse no 7 - 7 bis.
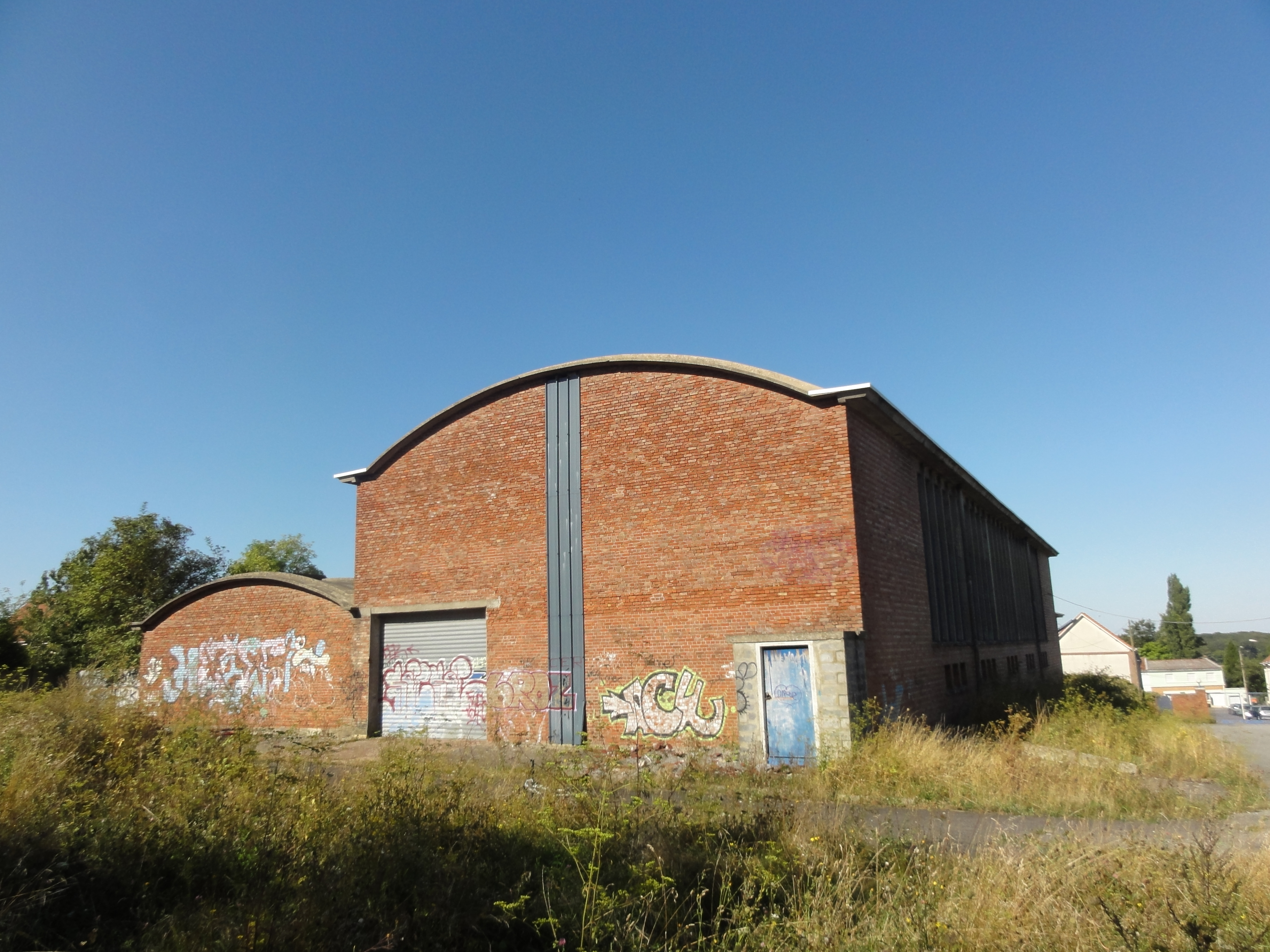
La fosse no 7 - 7 bis.
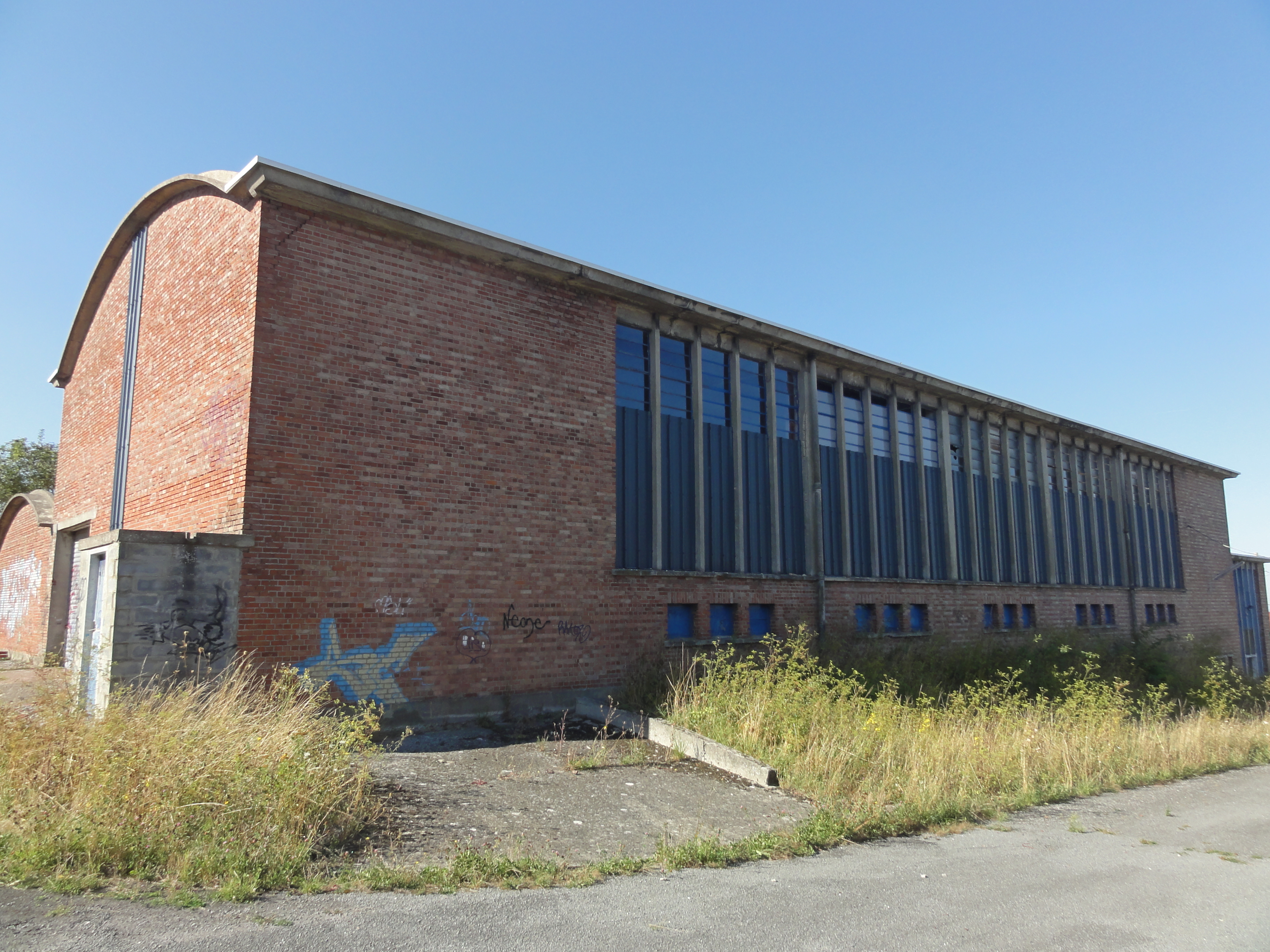
La fosse no 7 - 7 bis.
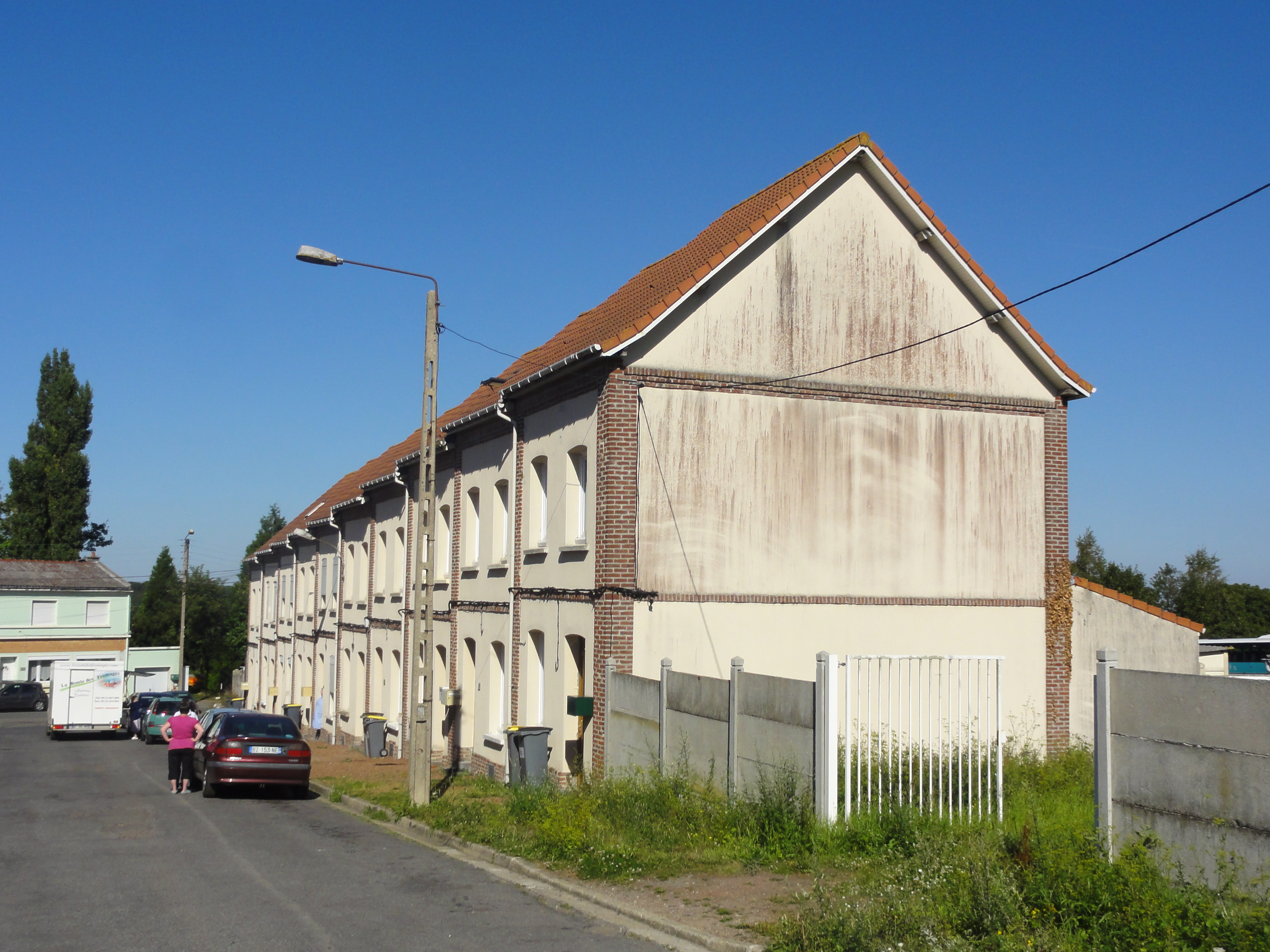
La cité pavillonnaire no 7.
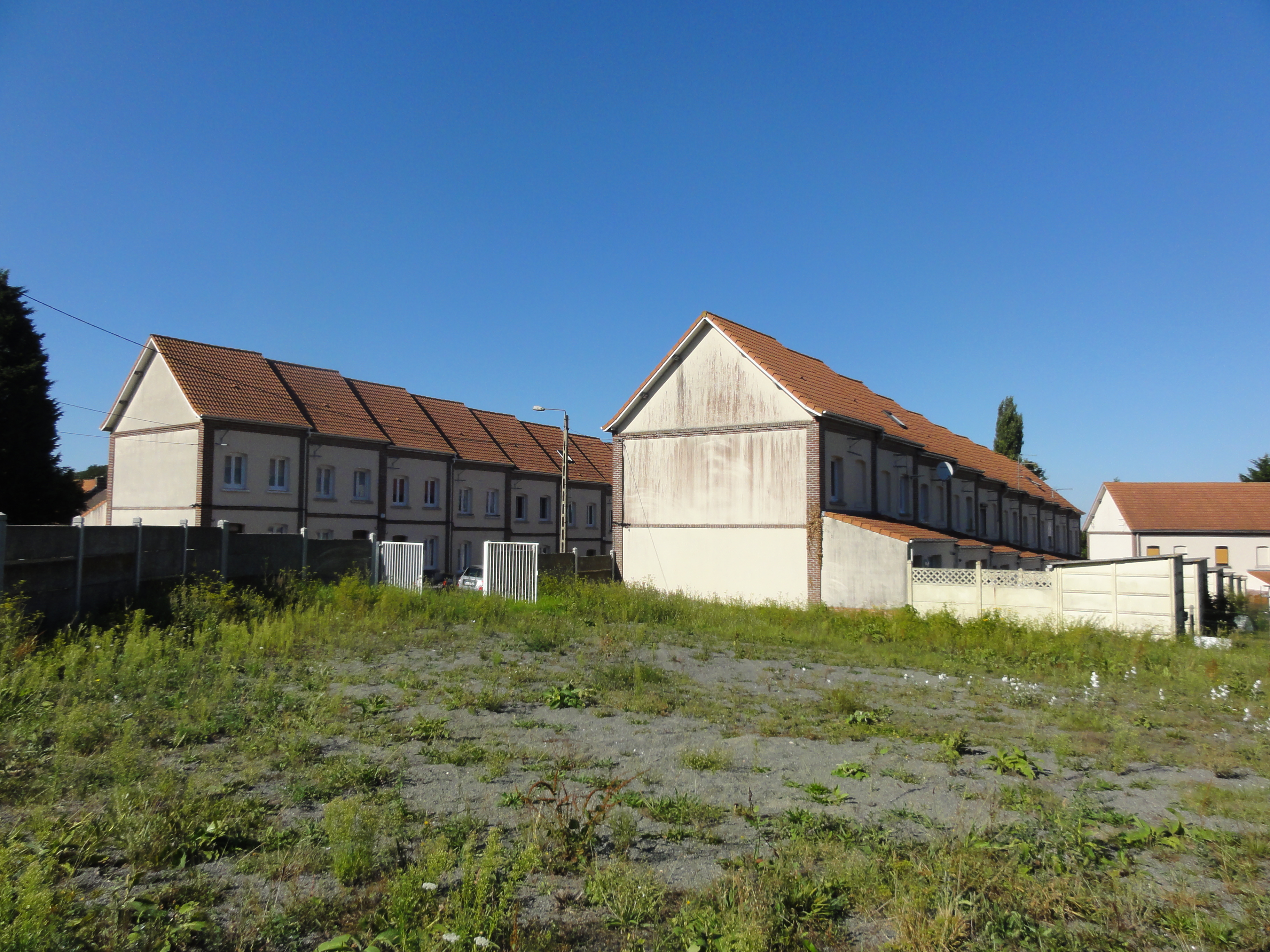
La cité pavillonnaire no 7.
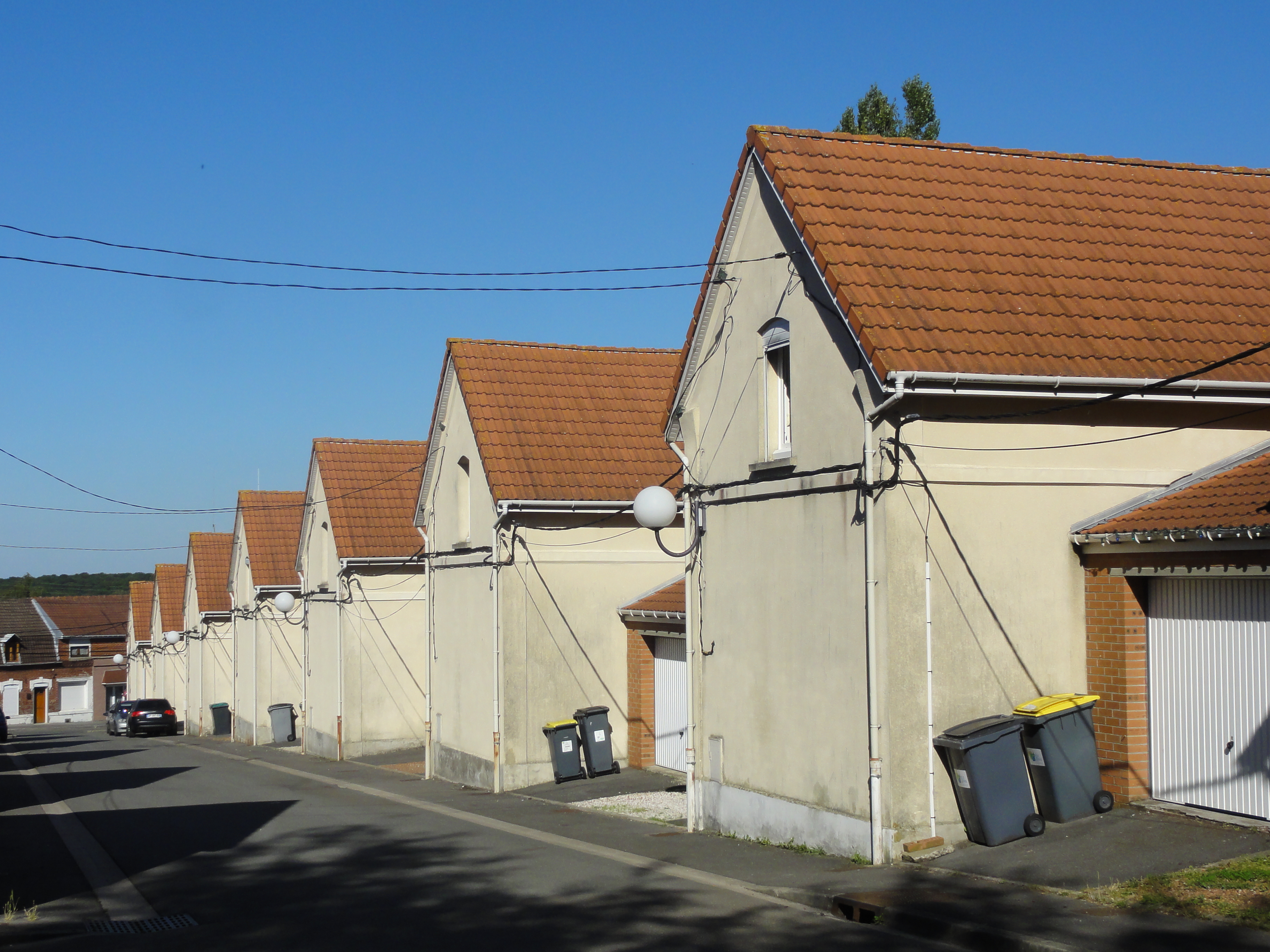
La cité pavillonnaire no 7.

### Siteno92
Le site no 92 est formé par la cité de corons du Château des Dames à Gosnay, utilisée par la Compagnie des mines de Bruay pour y loger les mineurs de sa fosse no 1 - 1 bis.

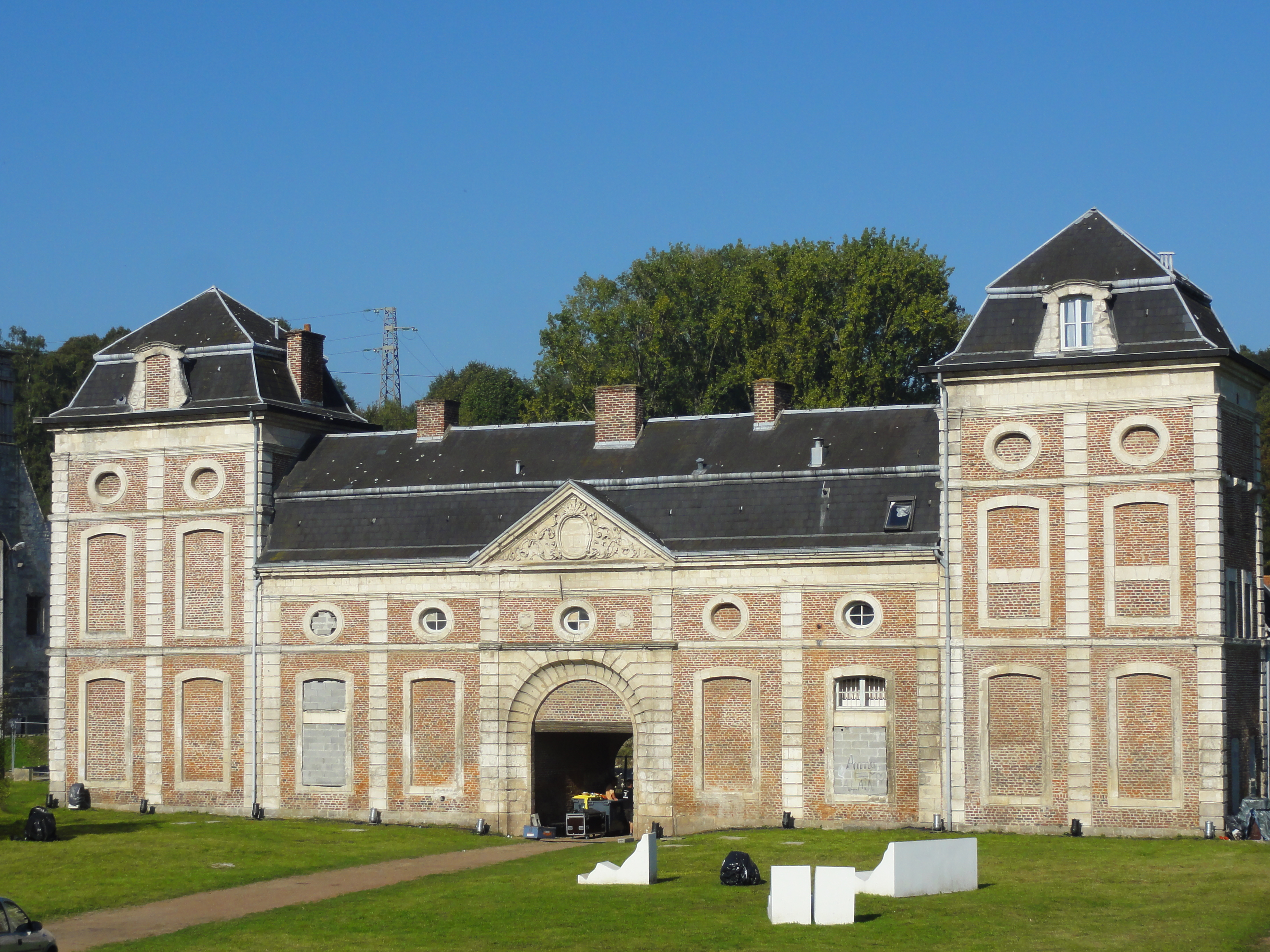
Le bâtiment principal.
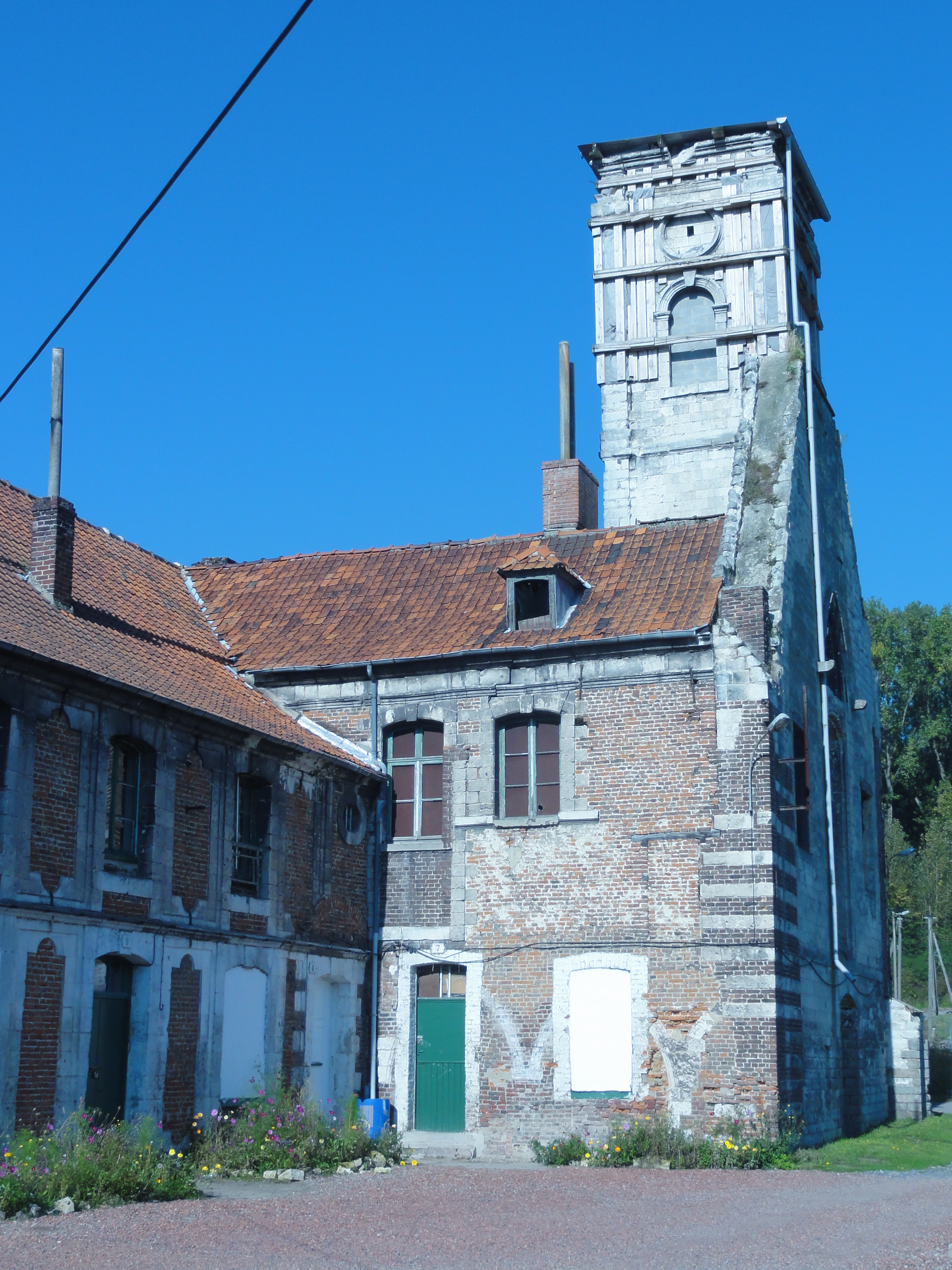
L'ancienne église.
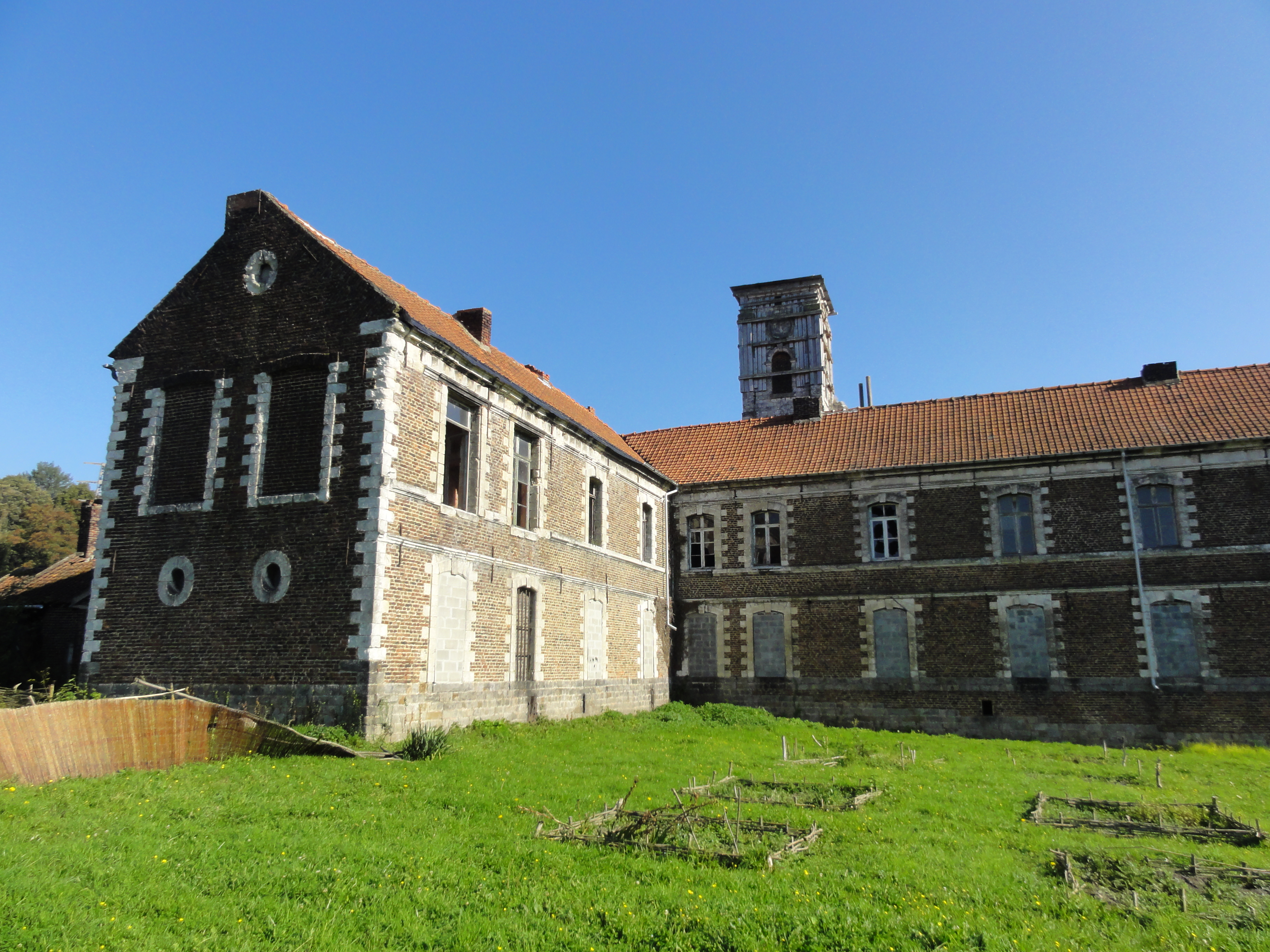
Un corps de ferme reconverti en habitations.
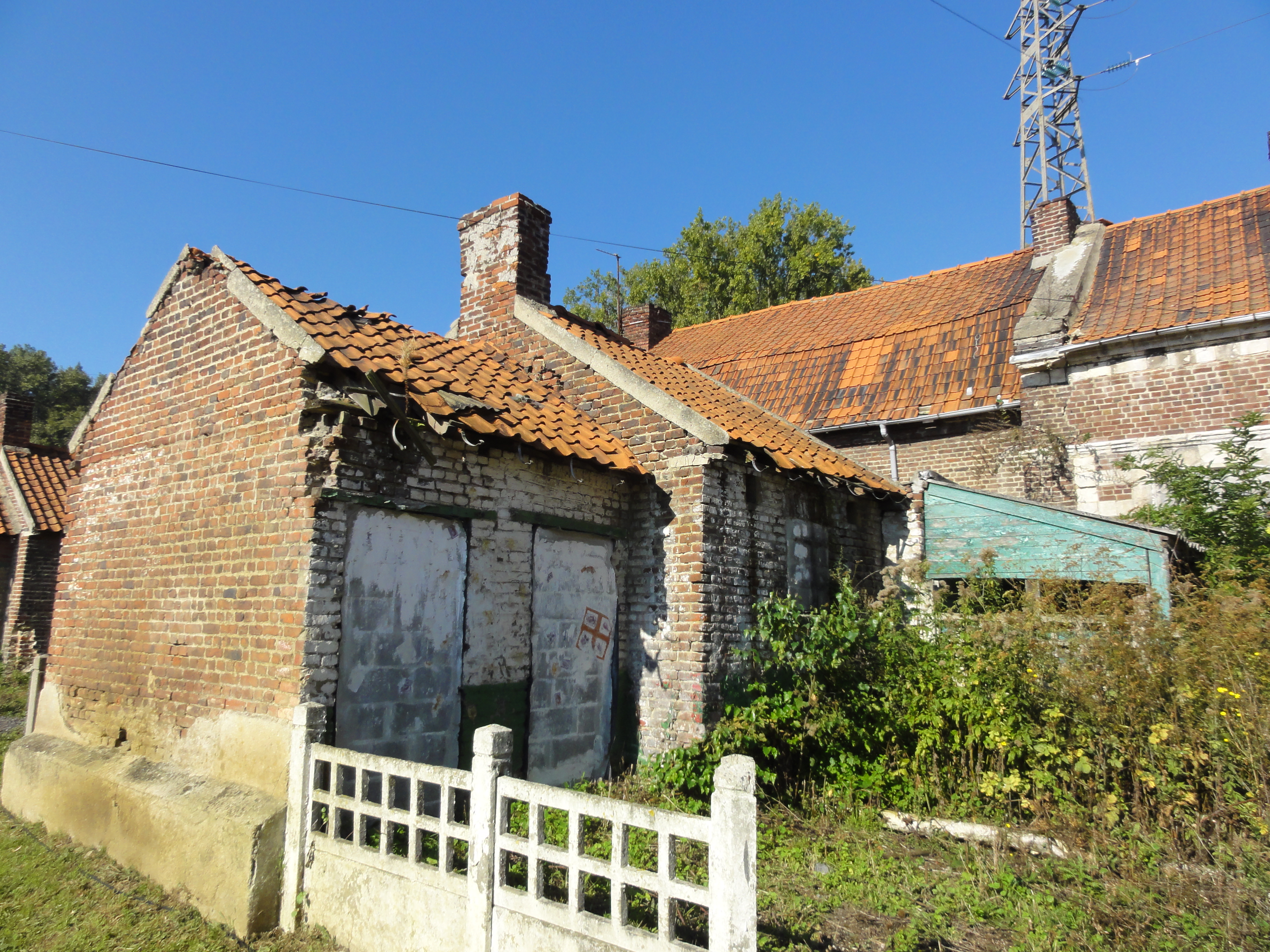
Les dépendances.
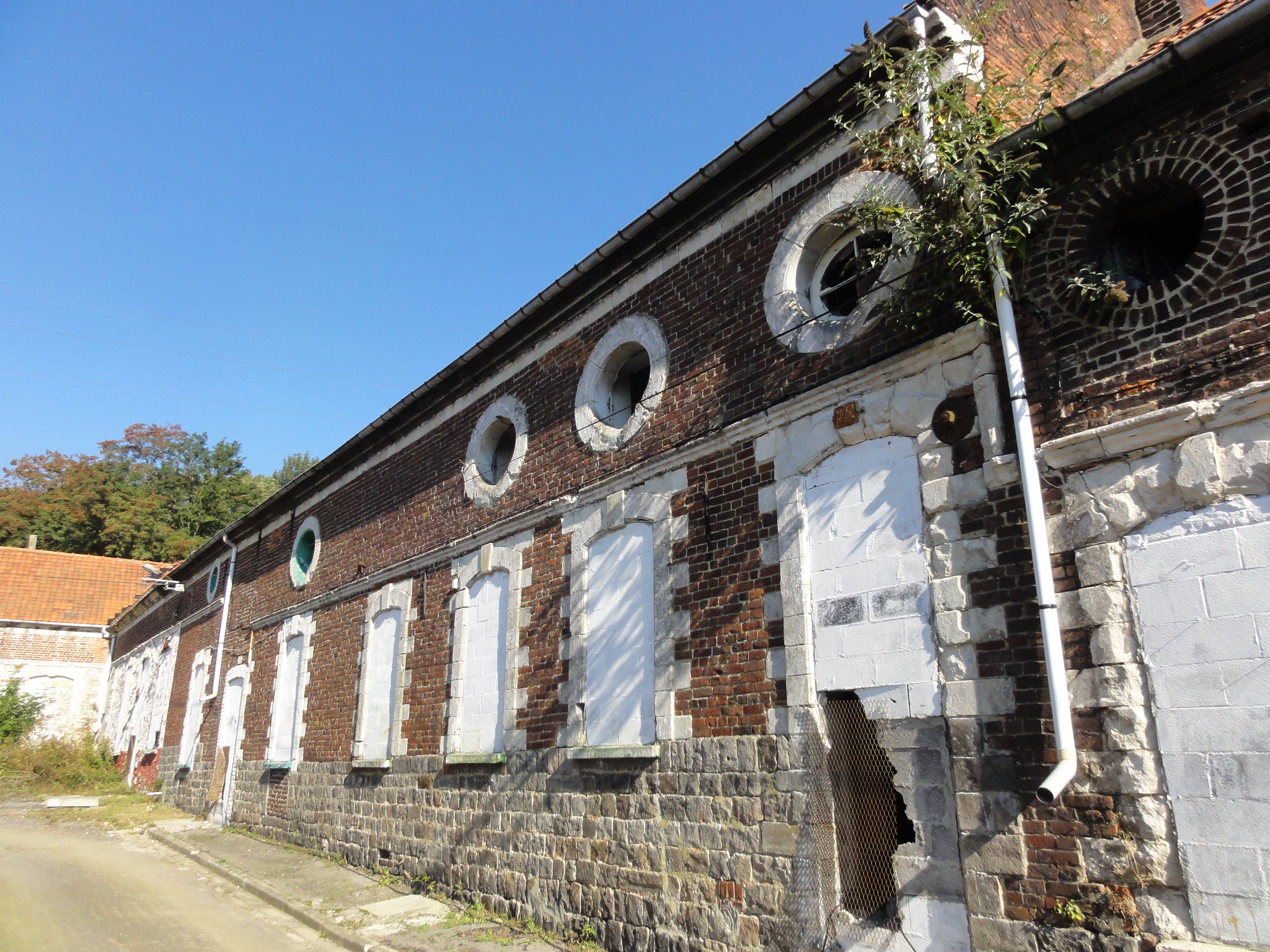
Détail des façades.
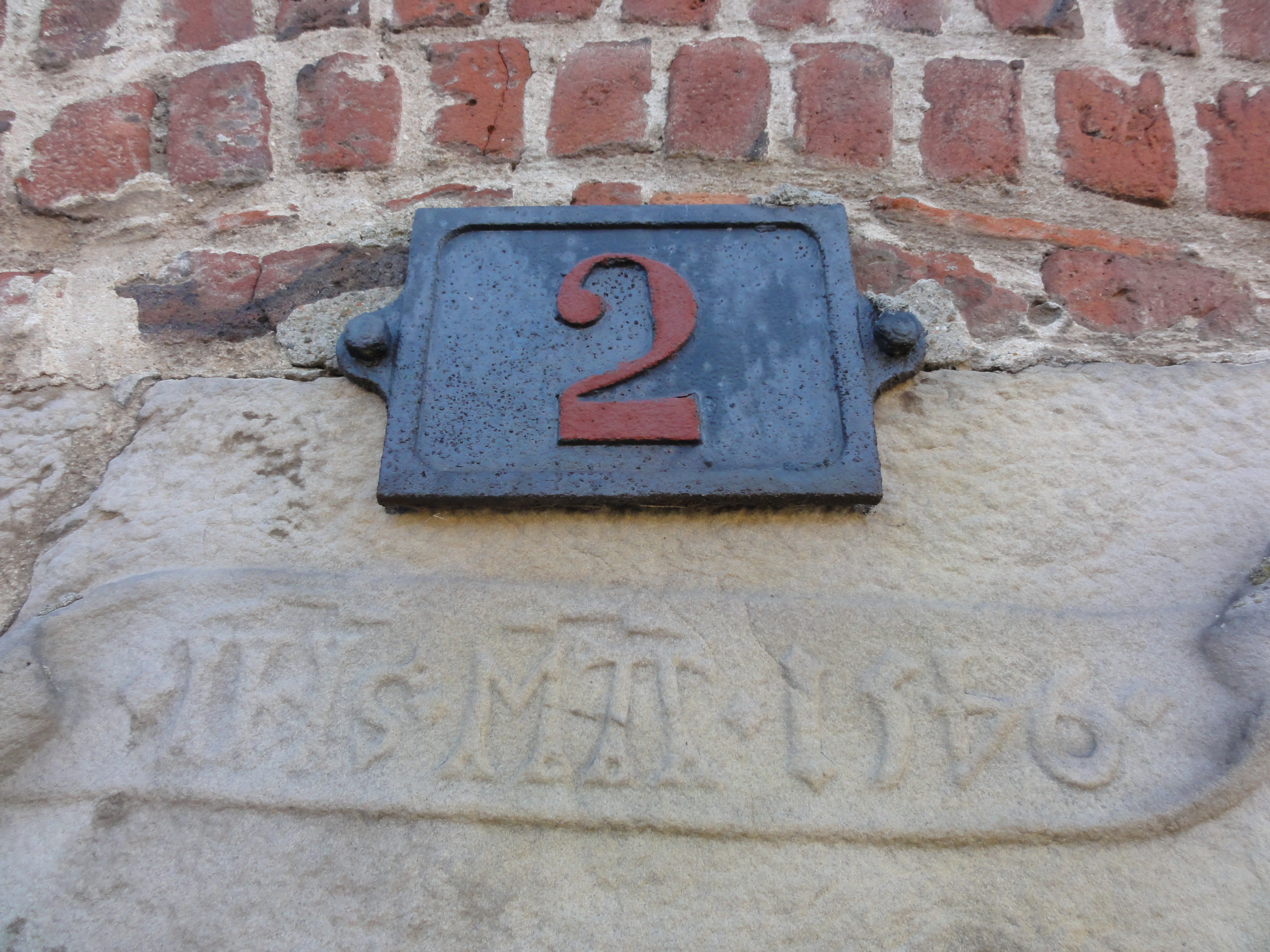
Pierre datant de 1546, le 4 représente le signe de croix.

### Siteno93
Le site no 93 est formé par le terril conique no 10, 3 de Bruay Ouest, issu de l'exploitation de la fosse no 3 - 3 bis - 3 ter des mines de Bruay à Bruay-la-Buissière.

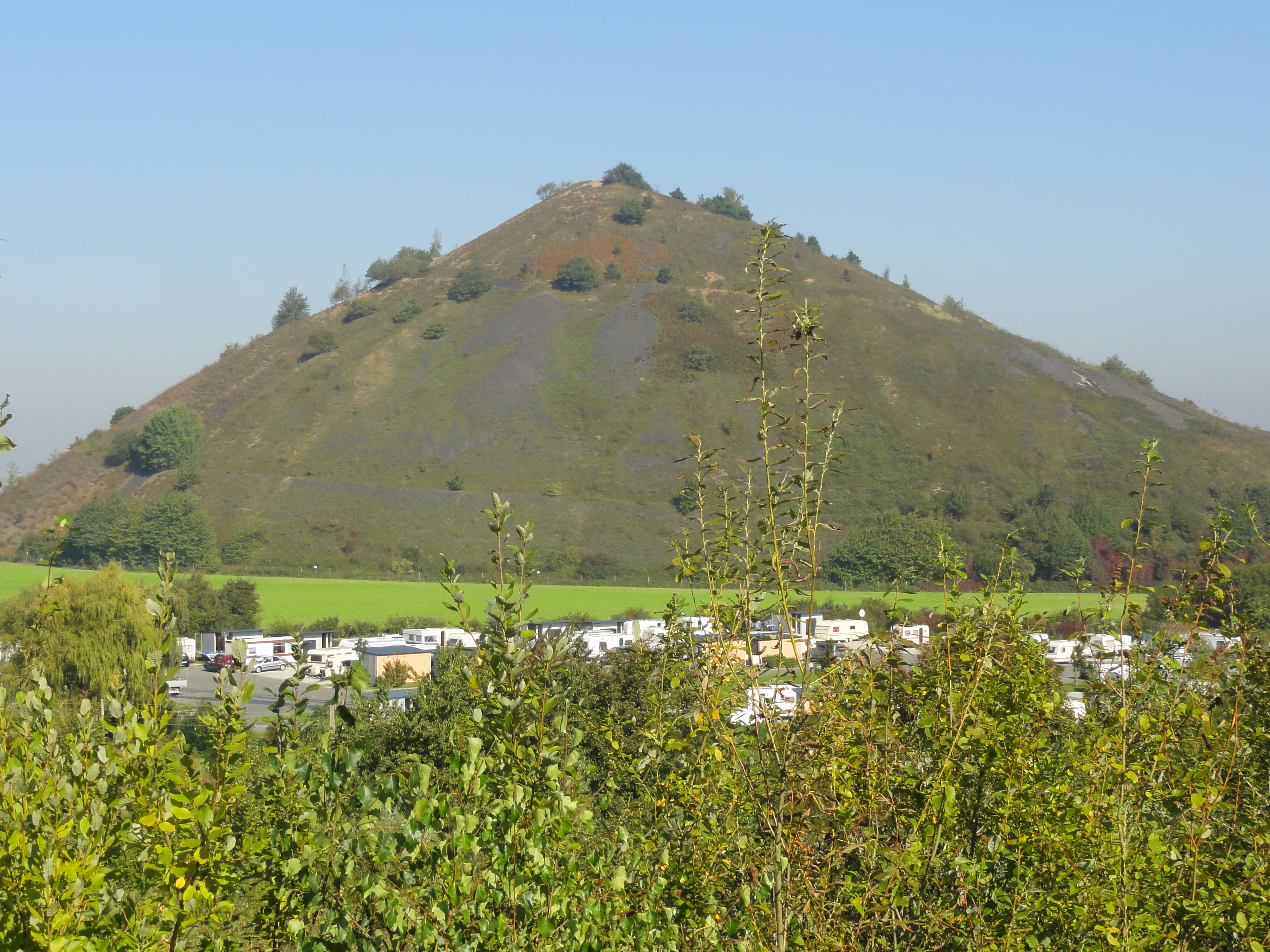
Le terril no 10.
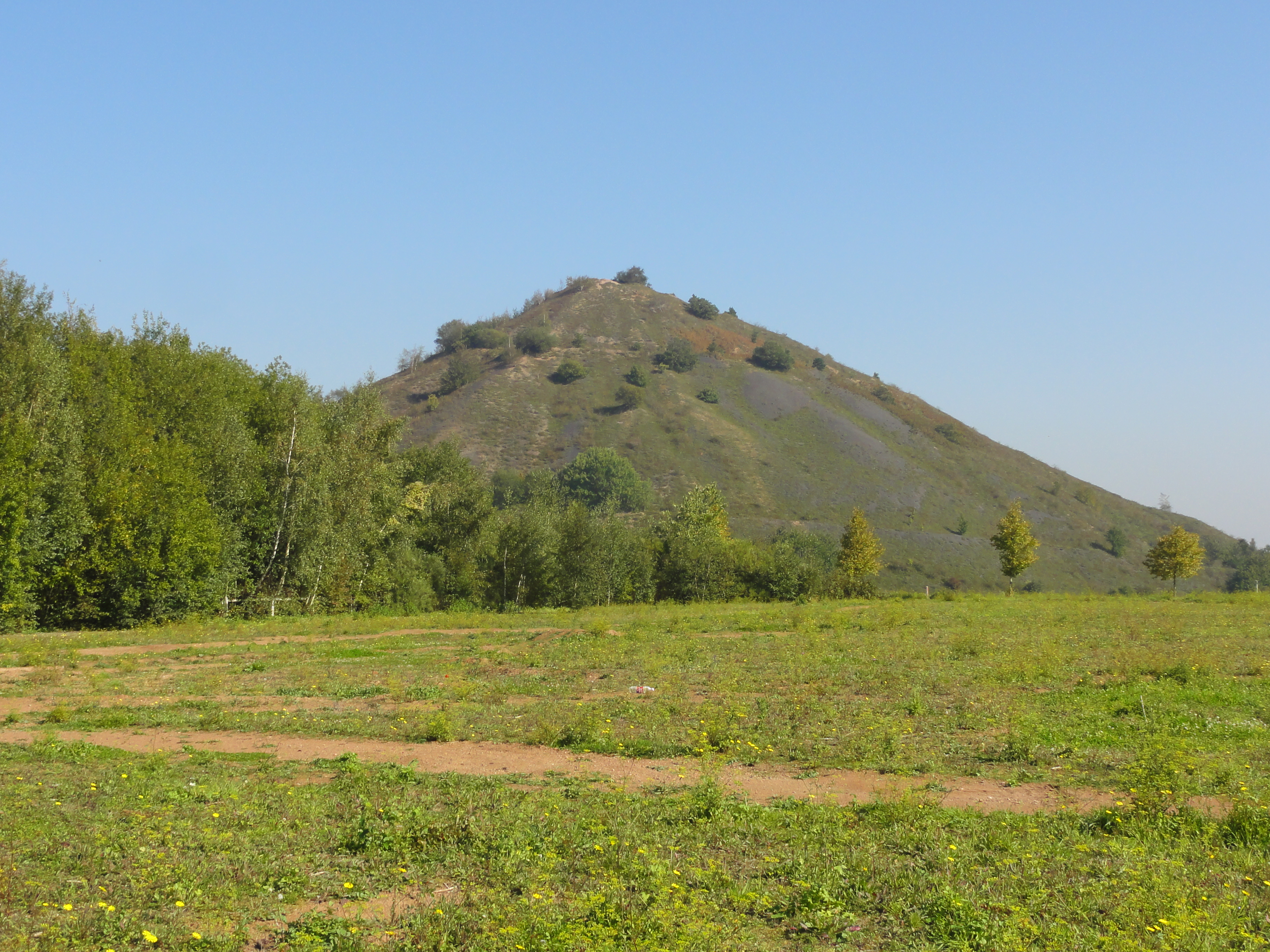
Le terril no 10.
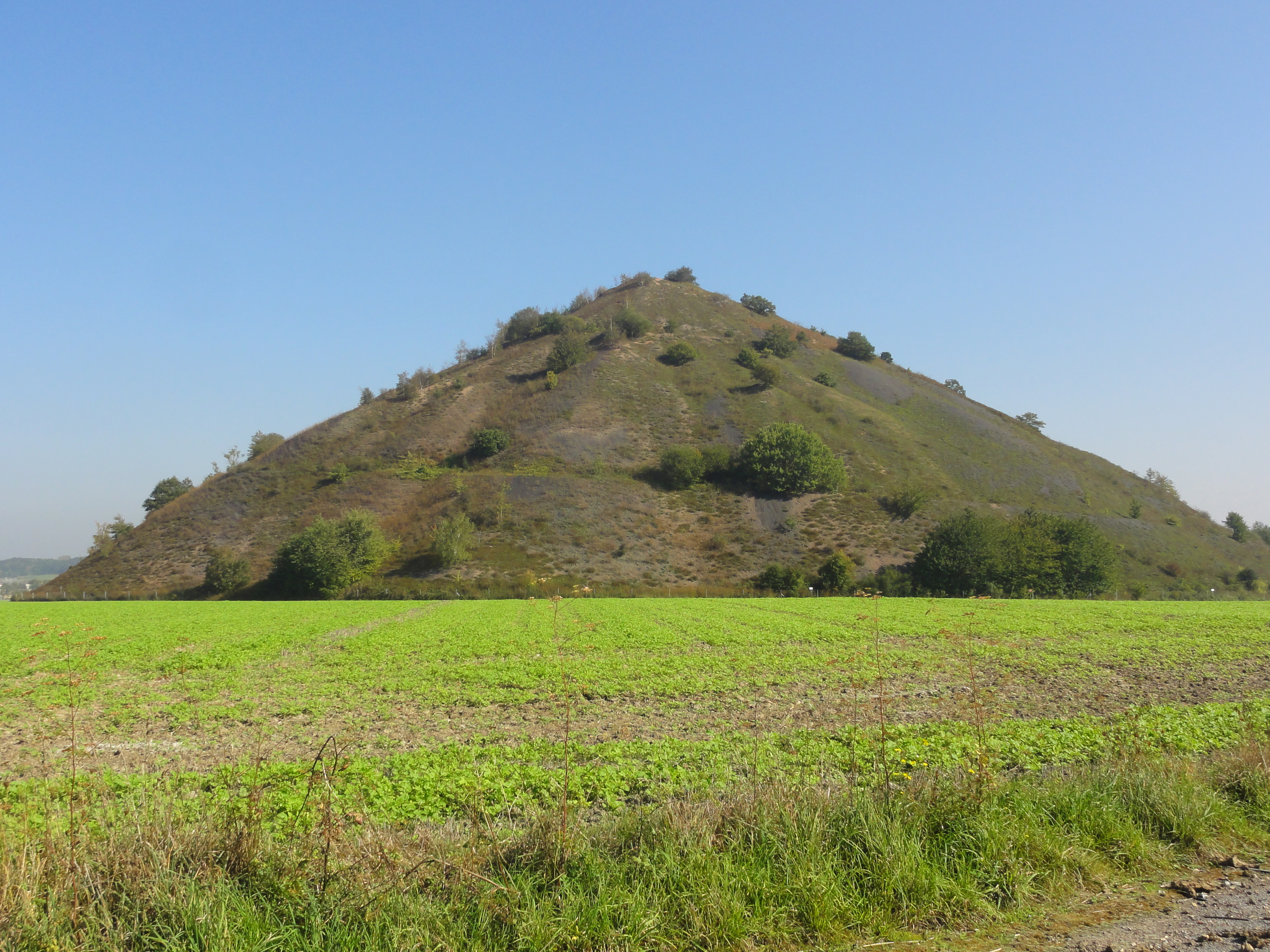
Le terril no 10.
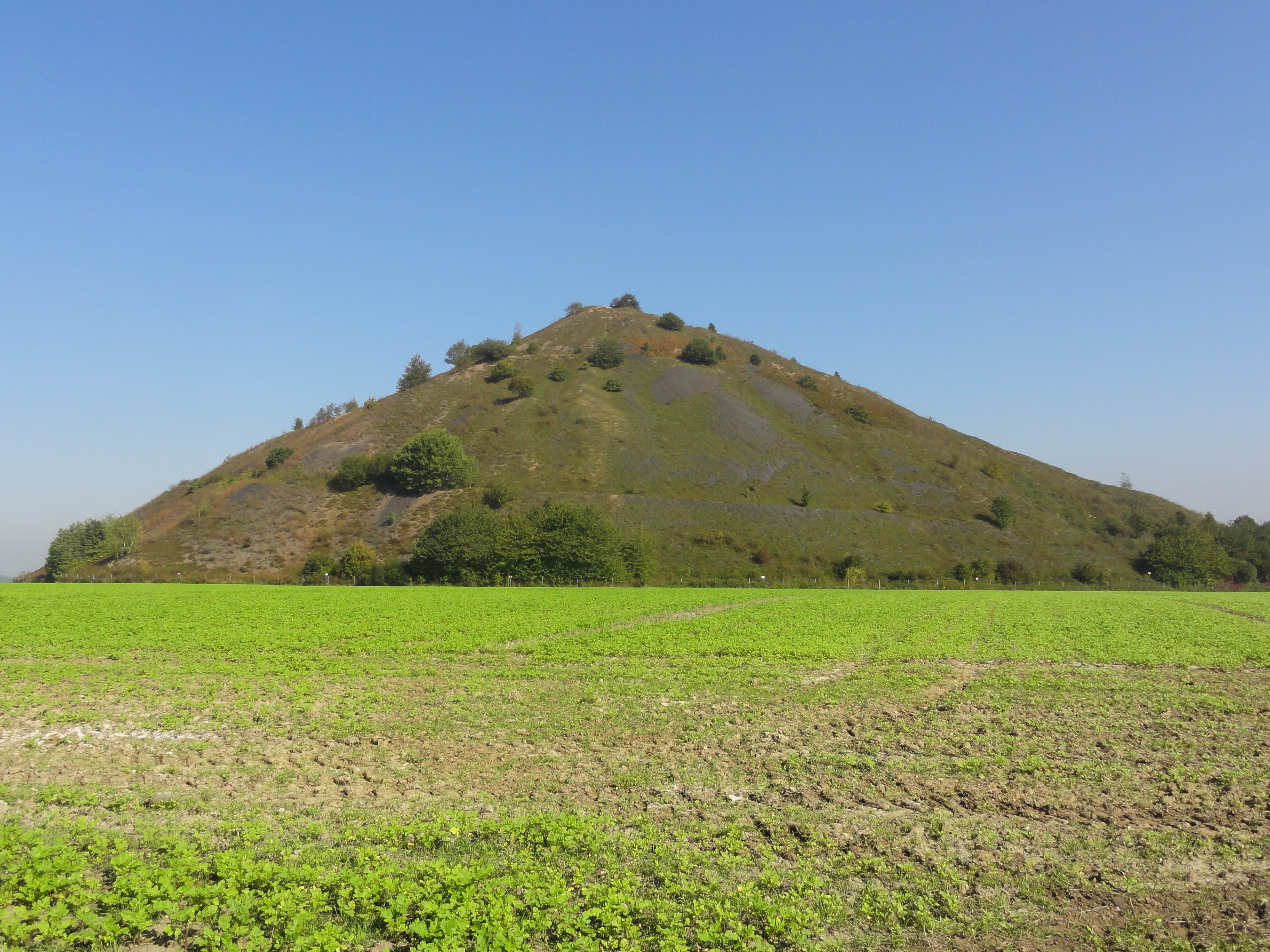
Le terril no 10.
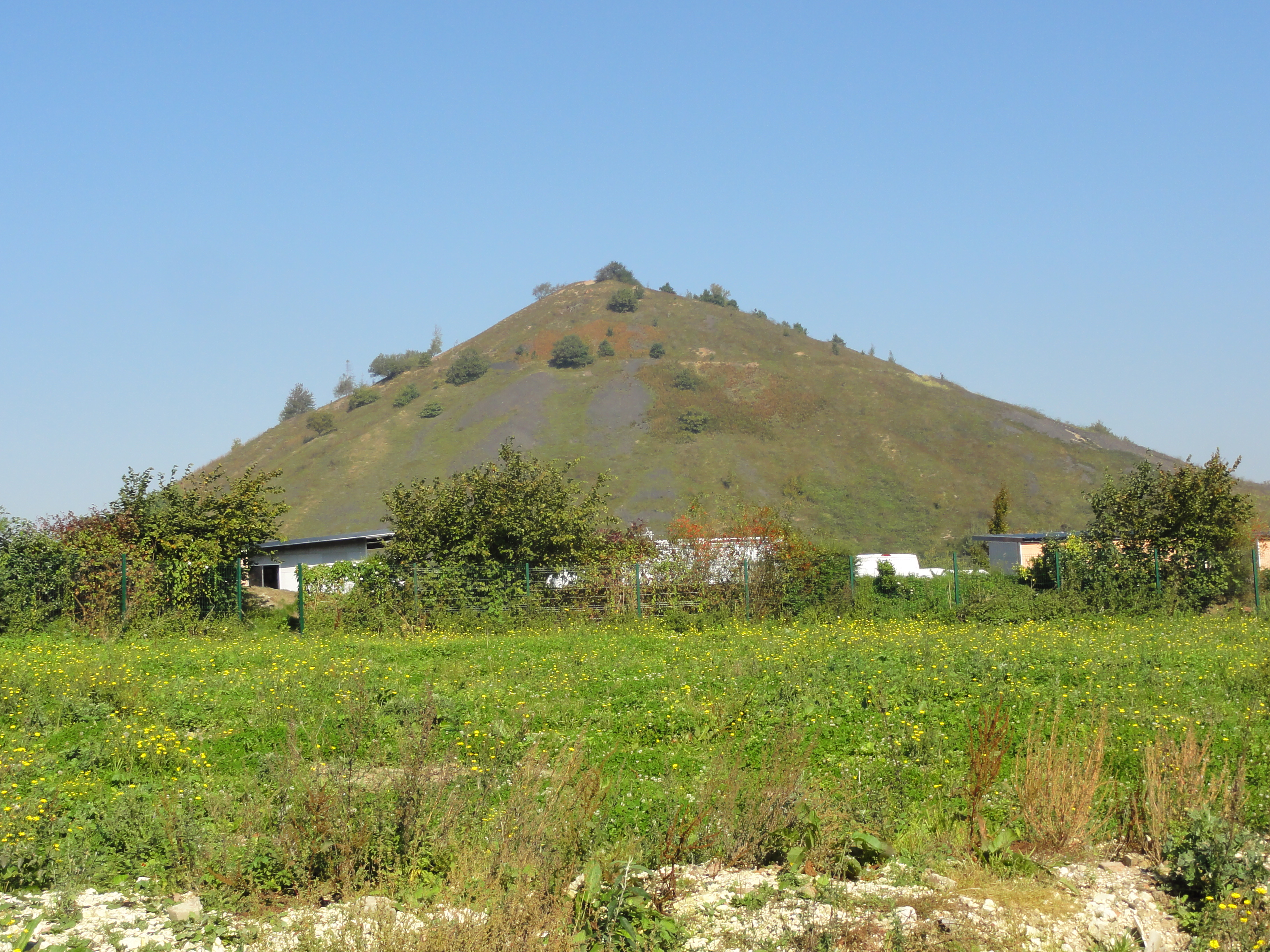
Le terril no 10.
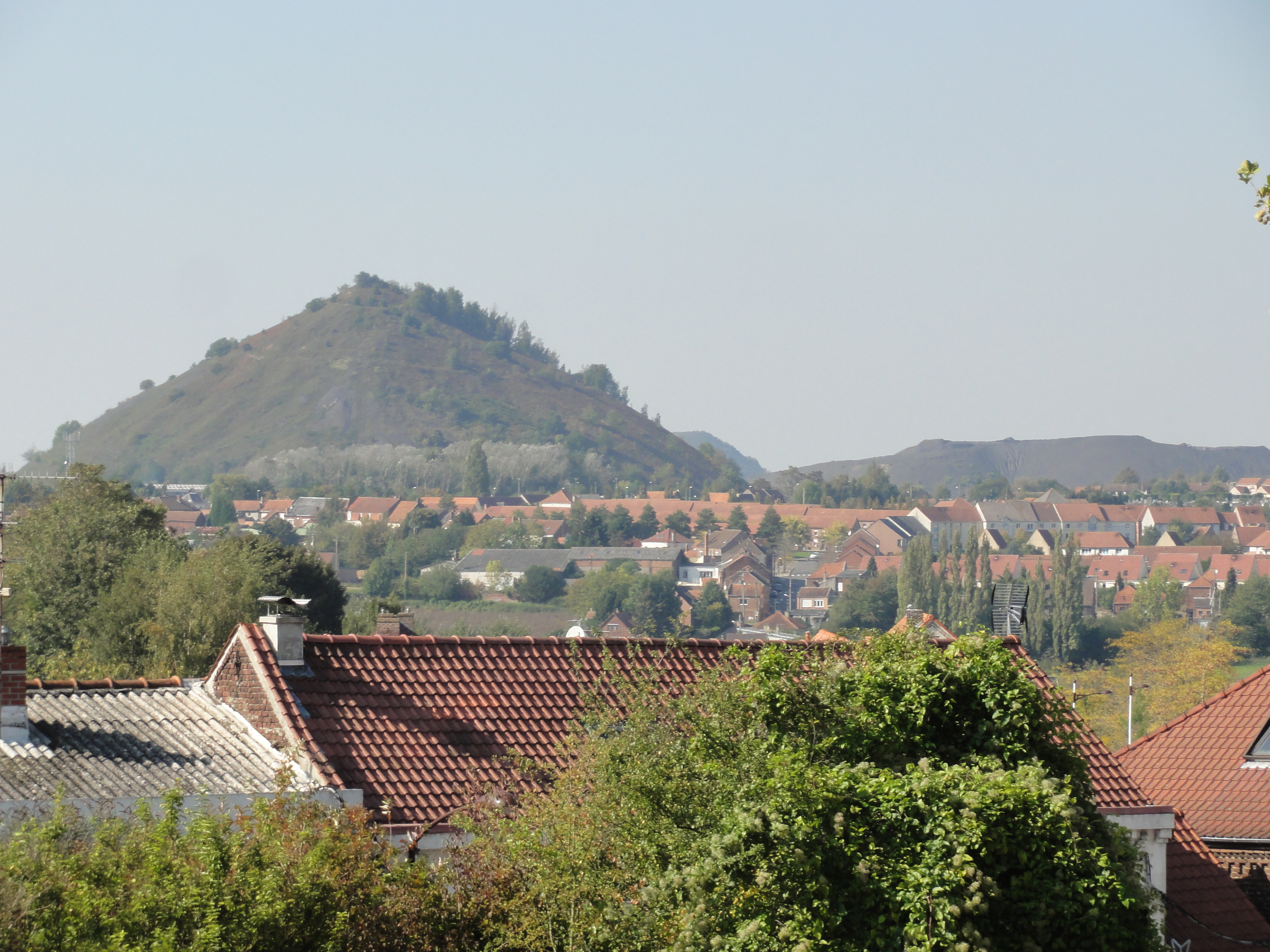
Le terril no 10.

### Siteno94
Le site no 94 est constitué de la cité pavillonnaire des musiciens à Bruay-la-Buissière, et de la cité pavillonnaire des musiciens bis à Bruay-la-Buissière et Divion, des cités de la fosse no 5 - 5 bis des mines de Bruay.

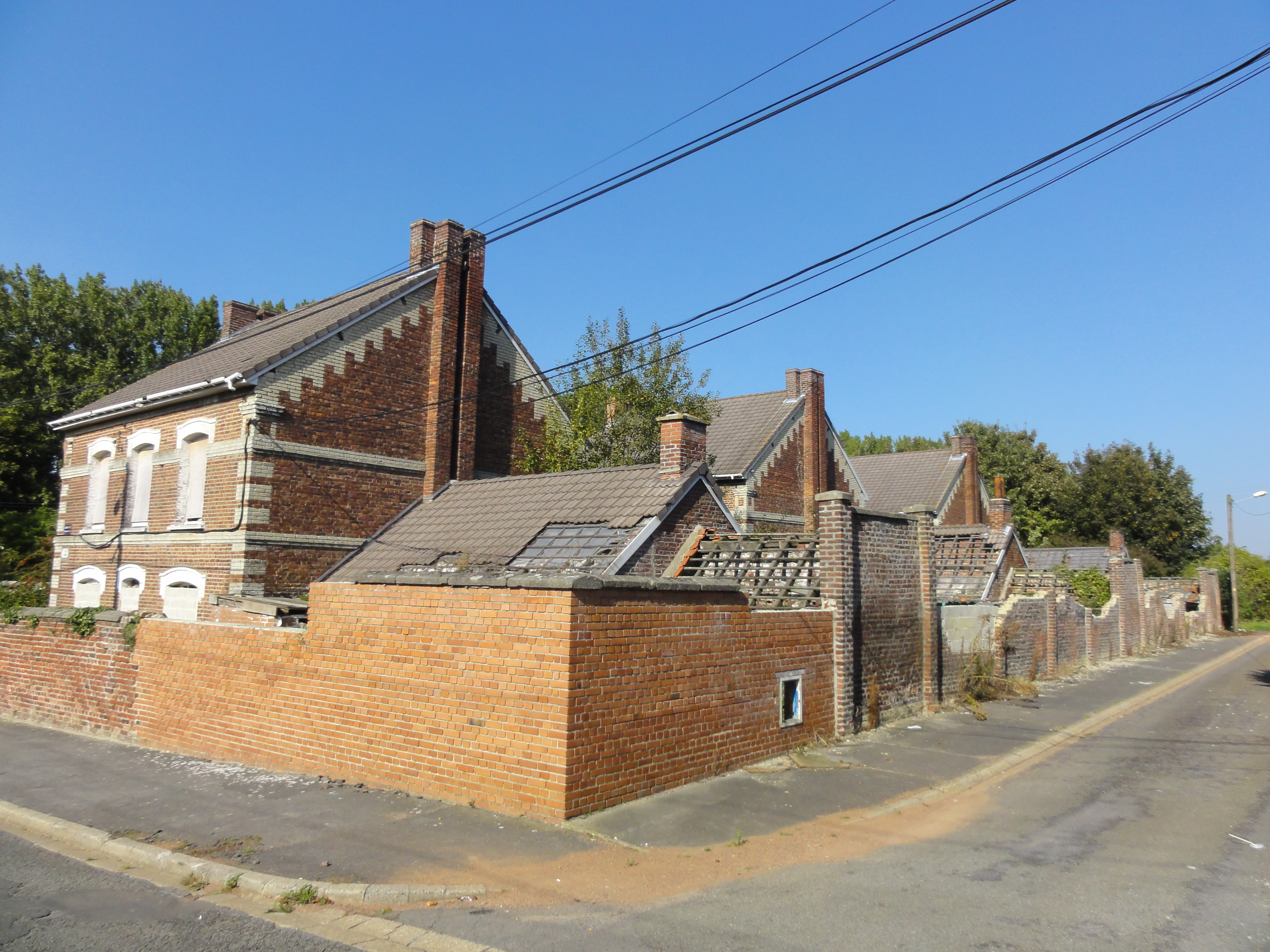
La cité des musiciens.
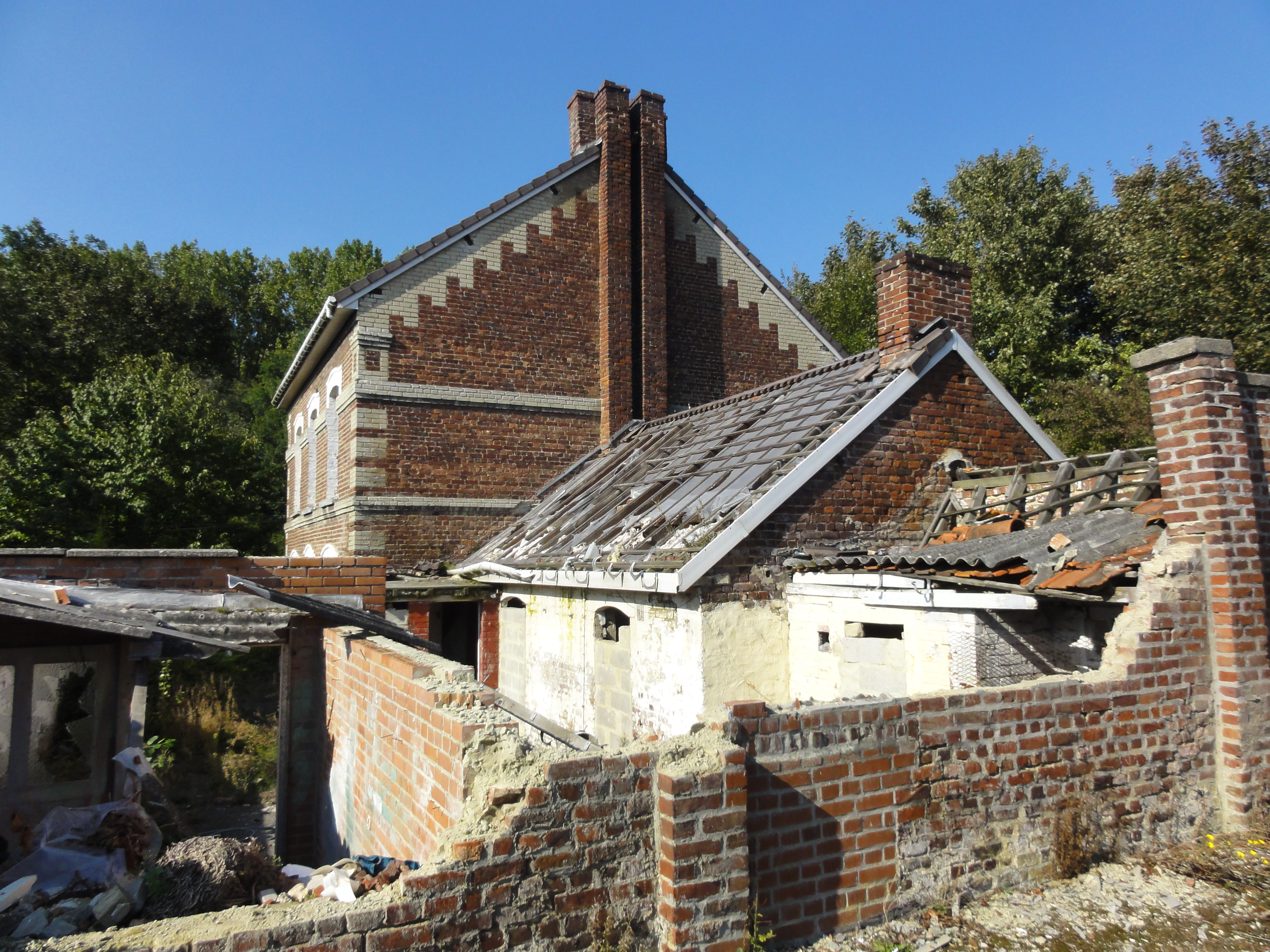
La cité des musiciens.
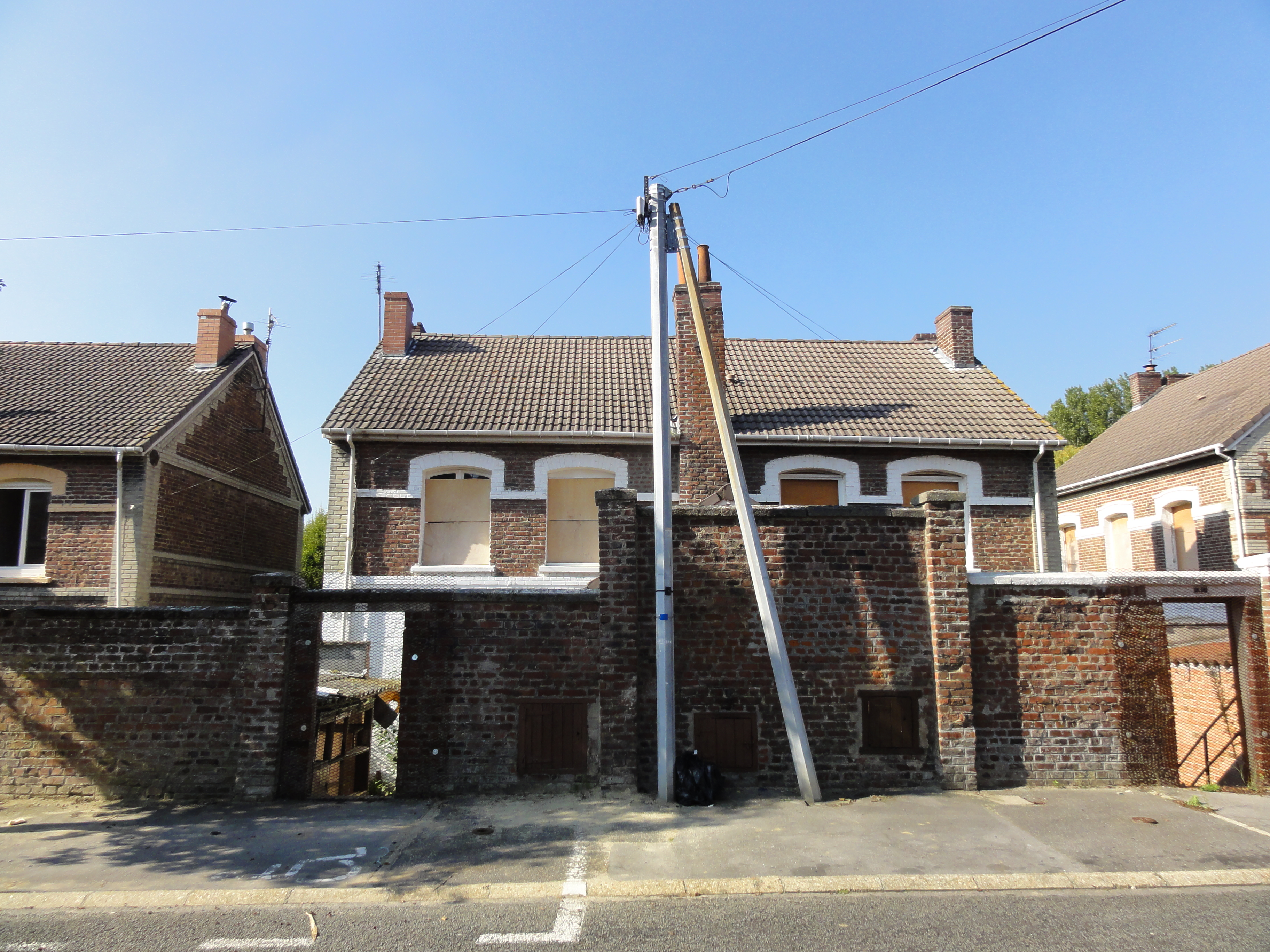
La cité des musiciens.
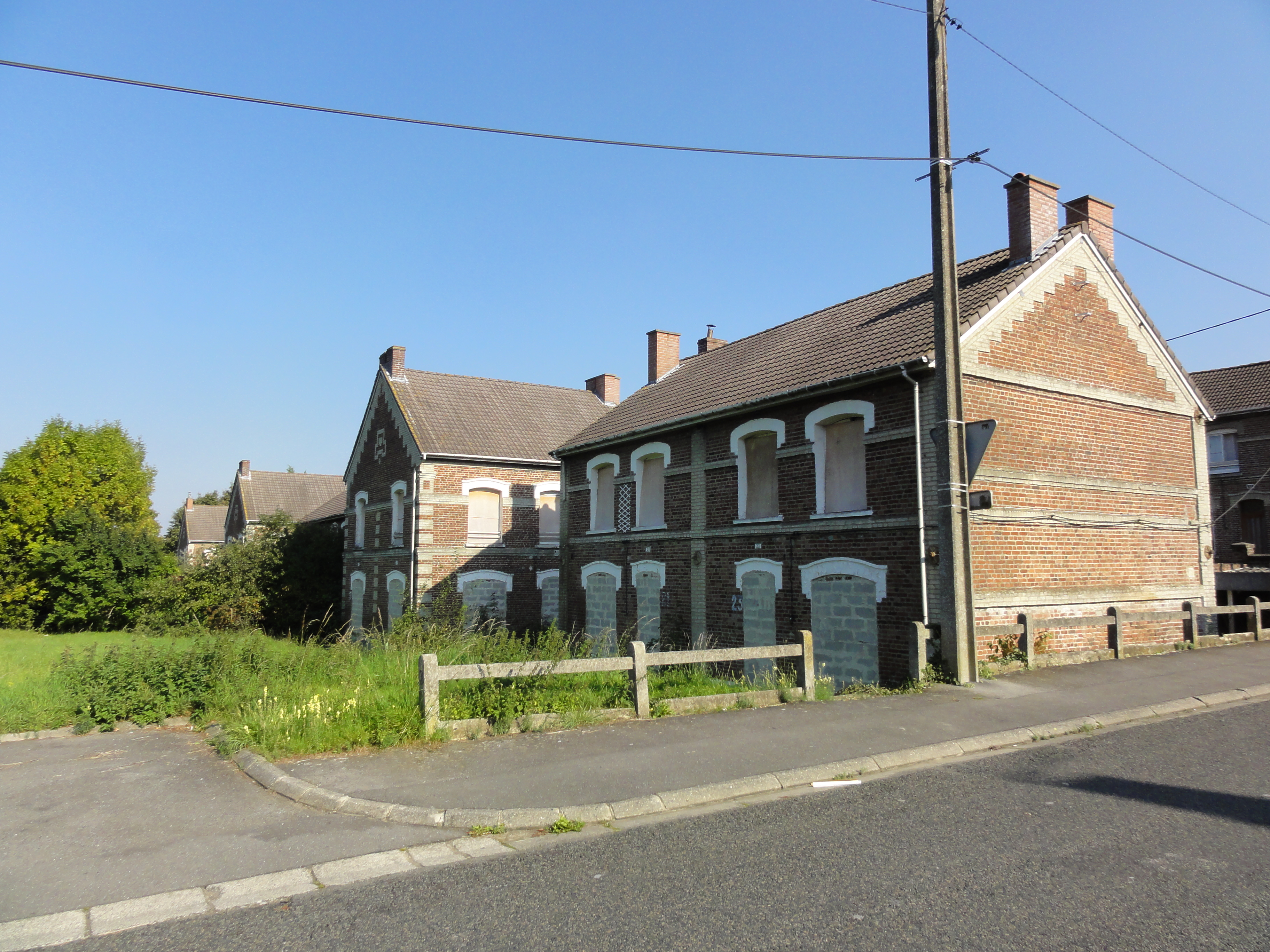
La cité des musiciens bis.
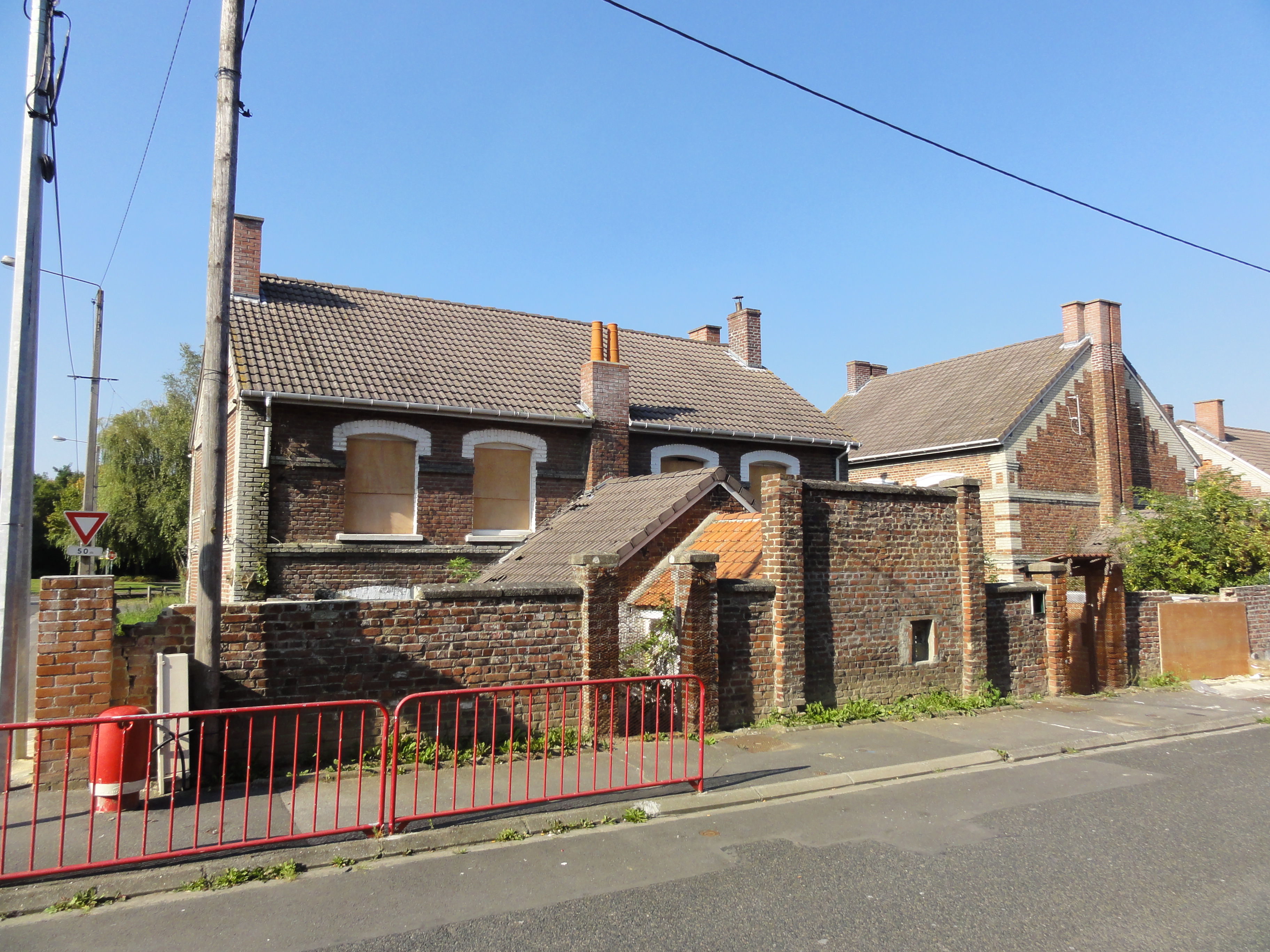
La cité des musiciens bis.
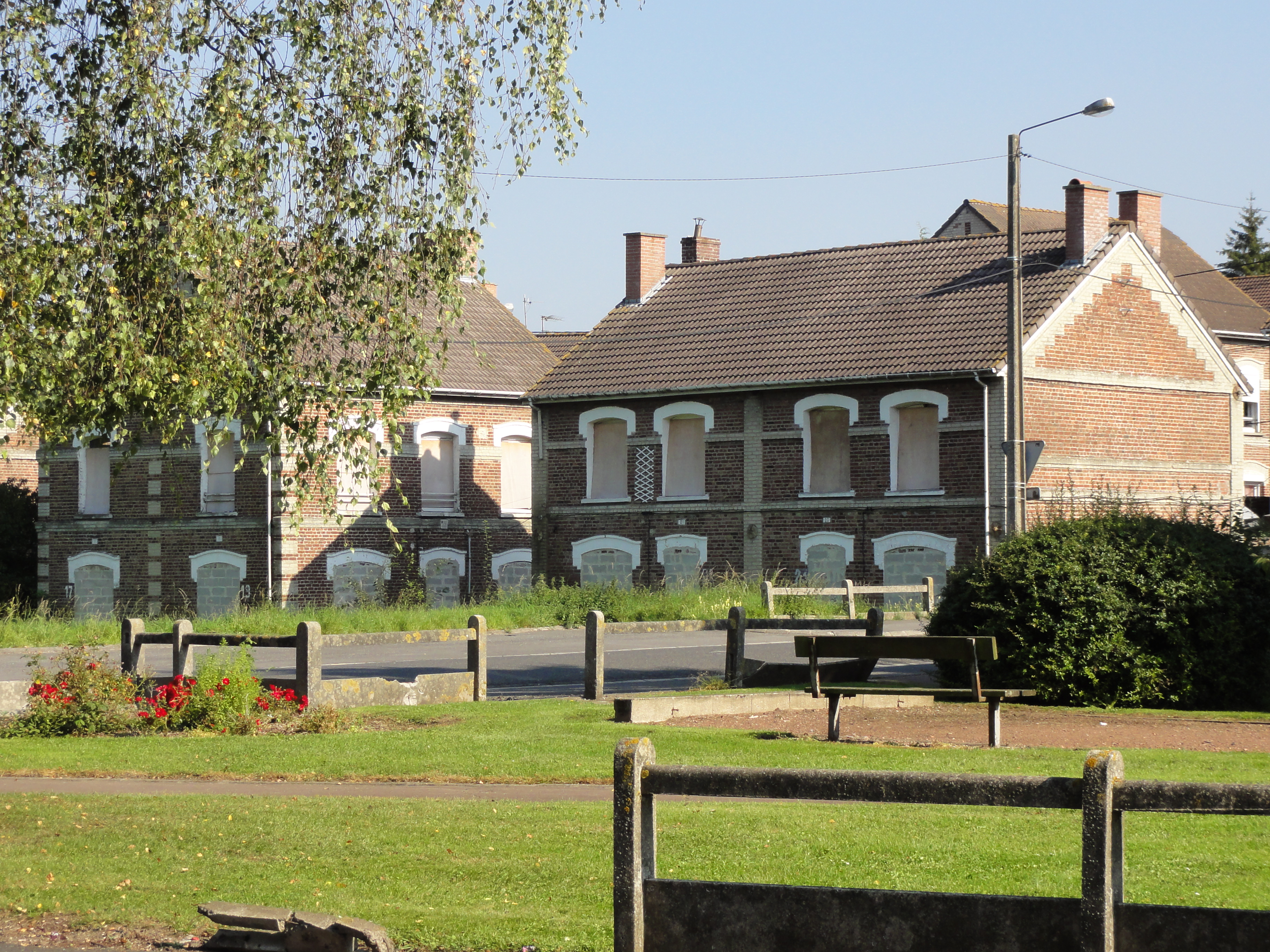
La cité des musiciens bis.

### Siteno95
Le site no 95 est formé par l'hôtel de ville de Bruay-la-Buissière.

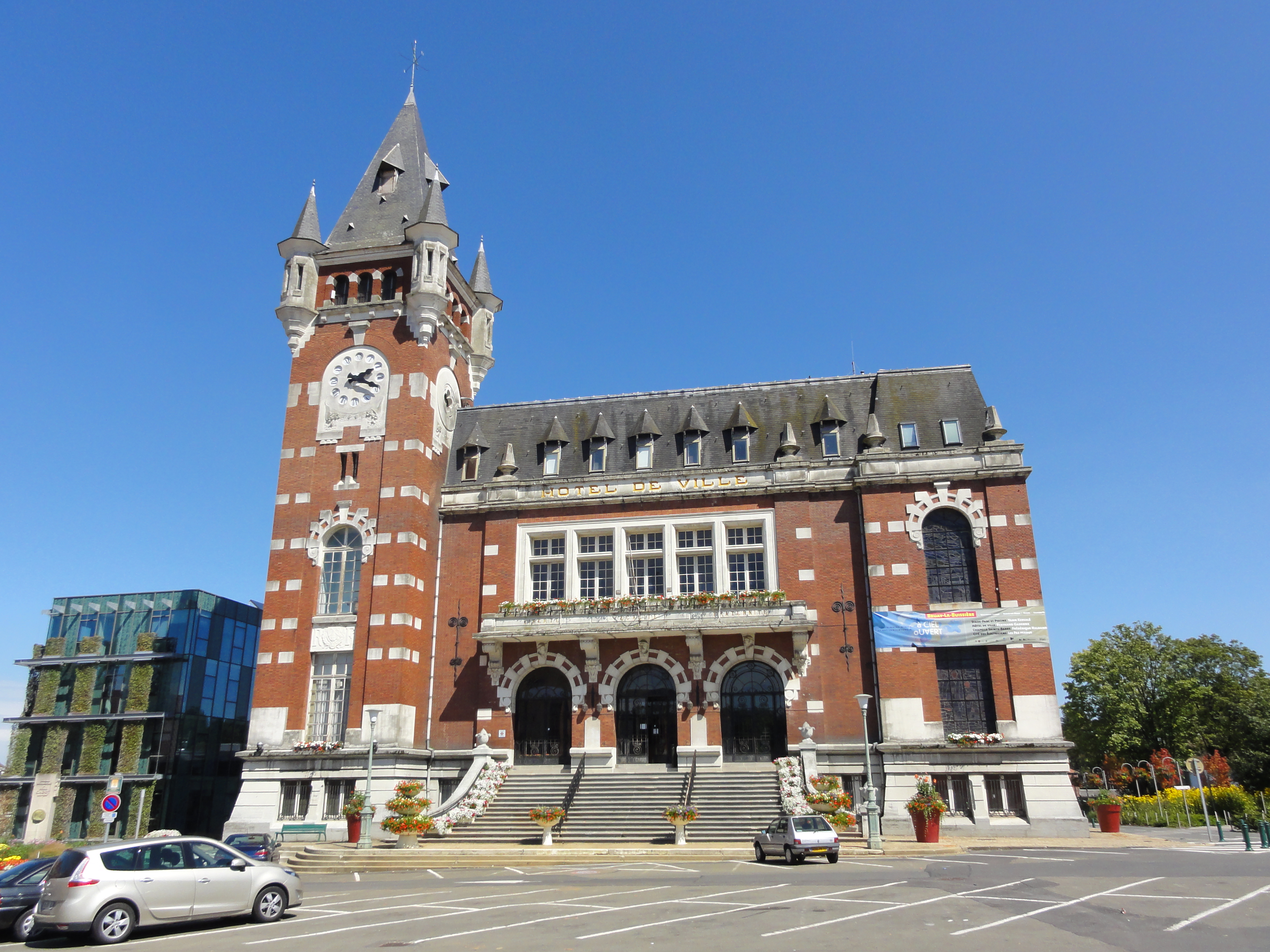
L'hôtel de ville.
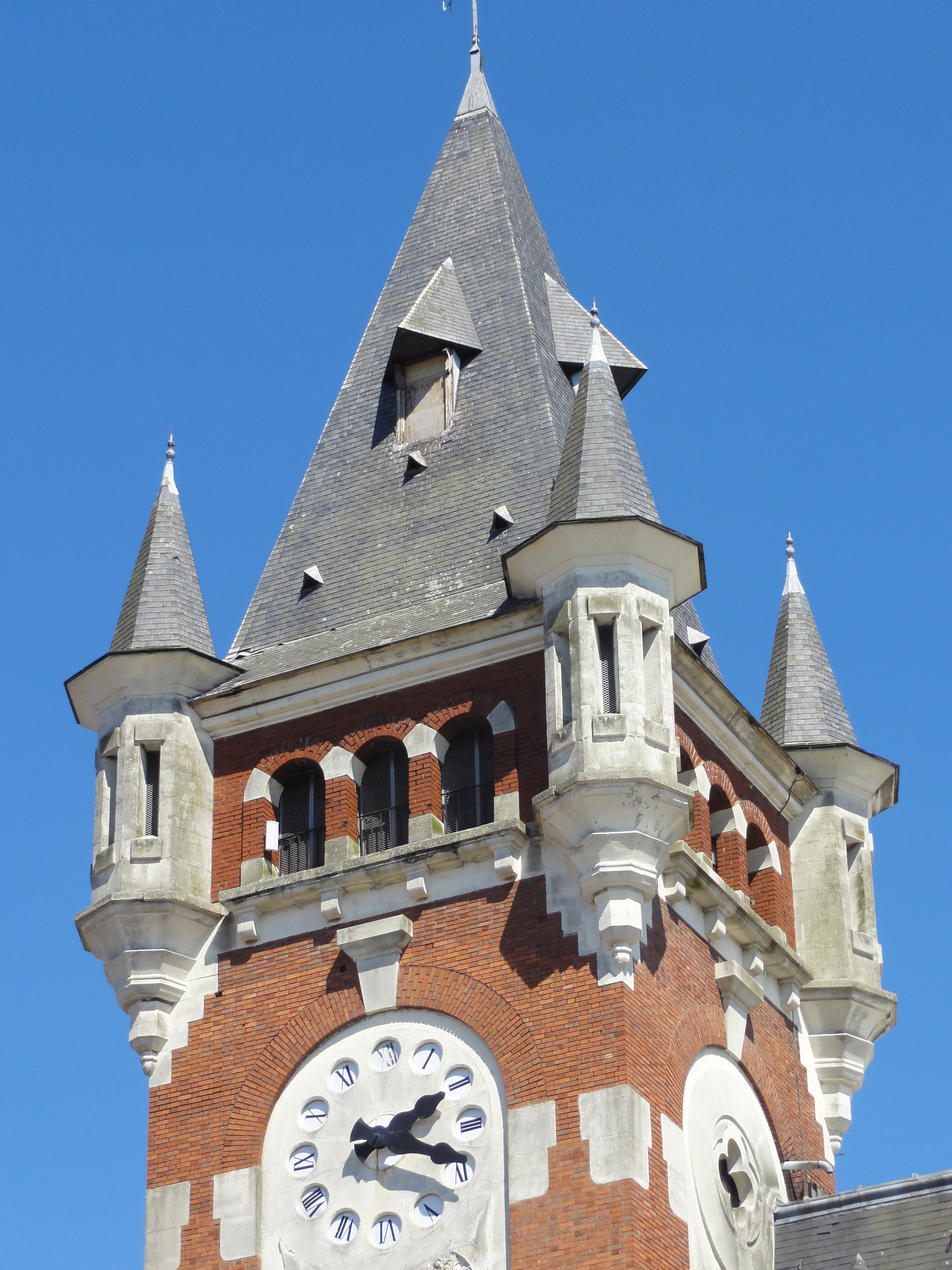
L'hôtel de ville.
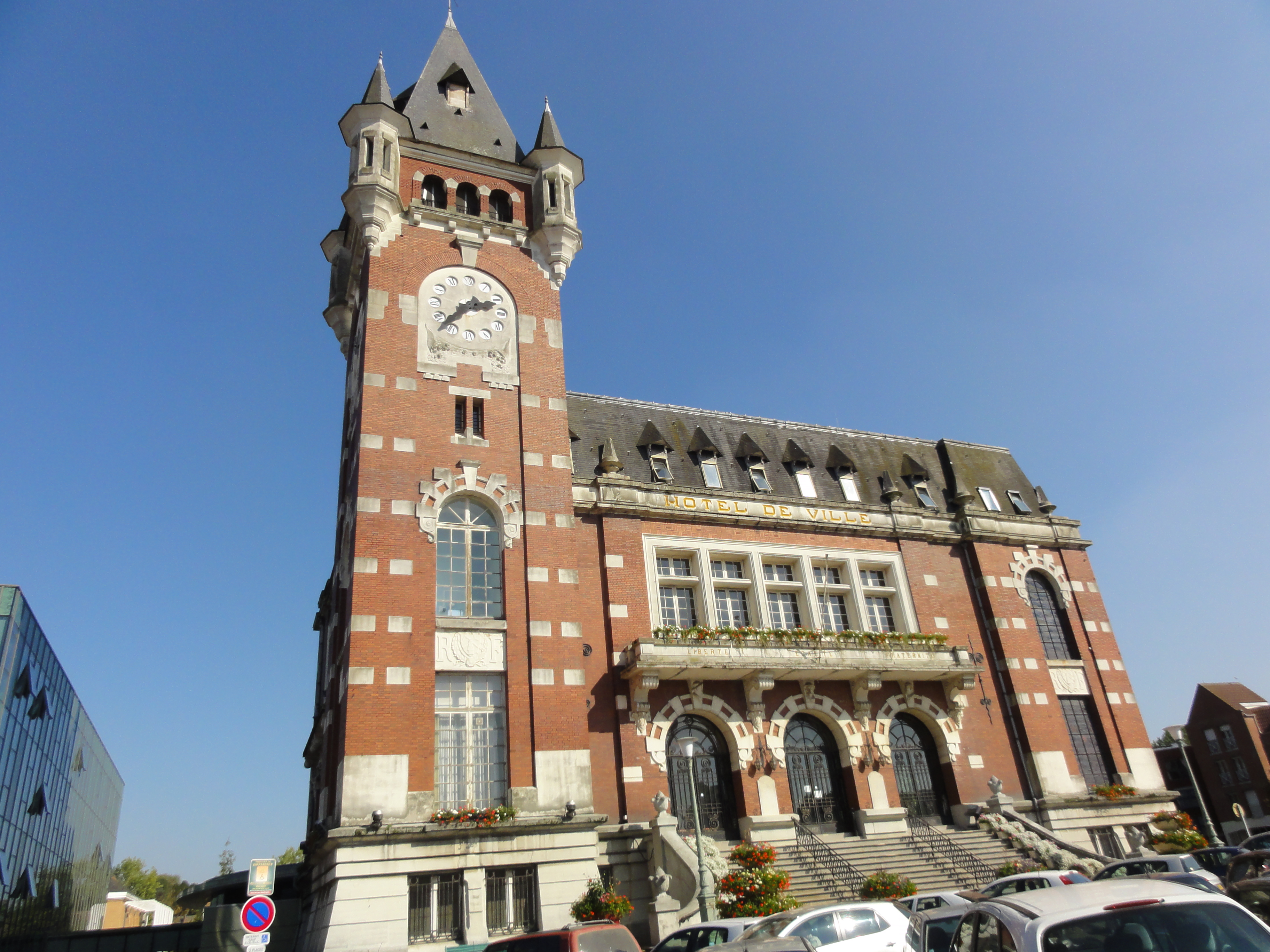
L'hôtel de ville.
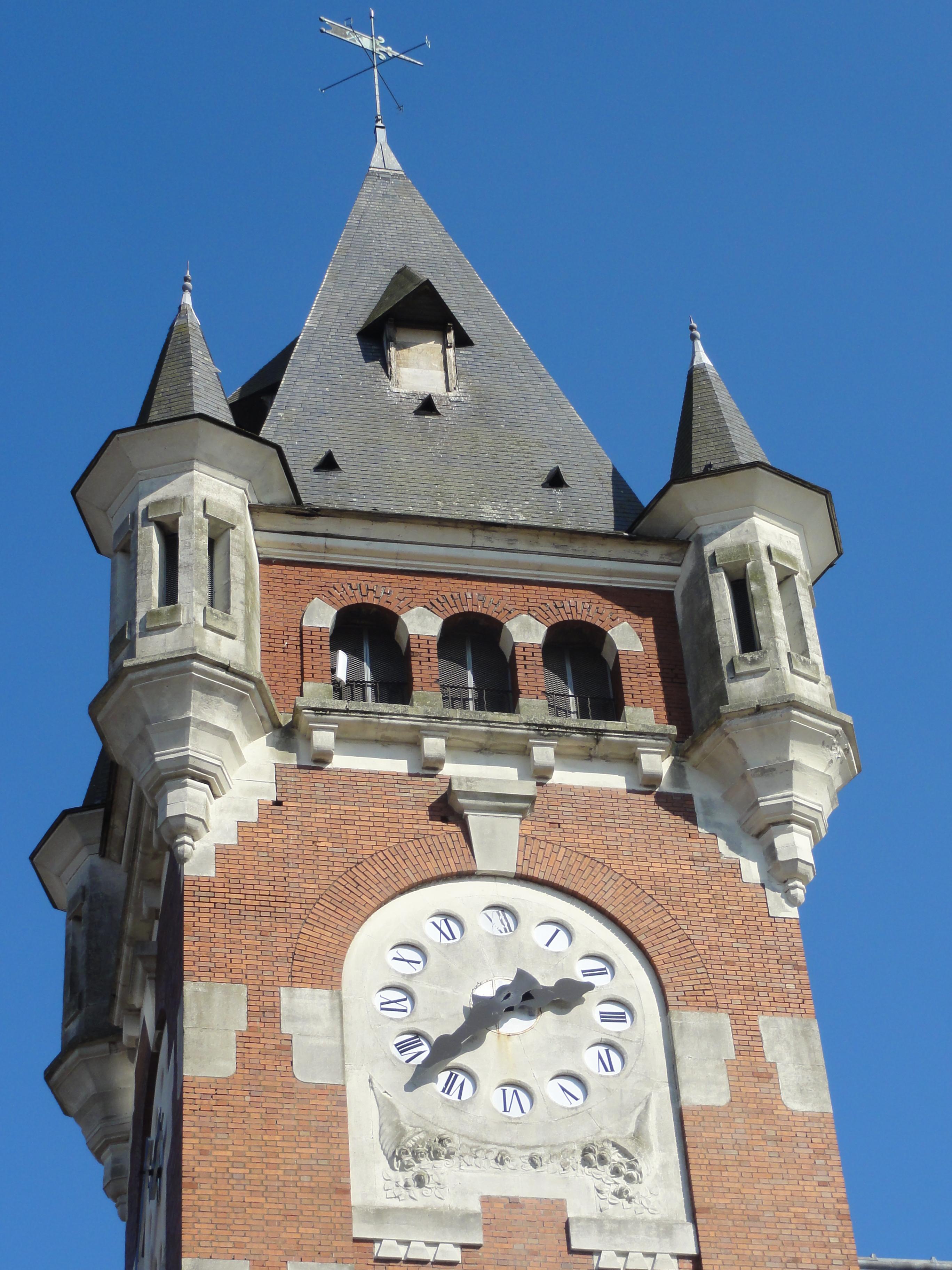
L'hôtel de ville.
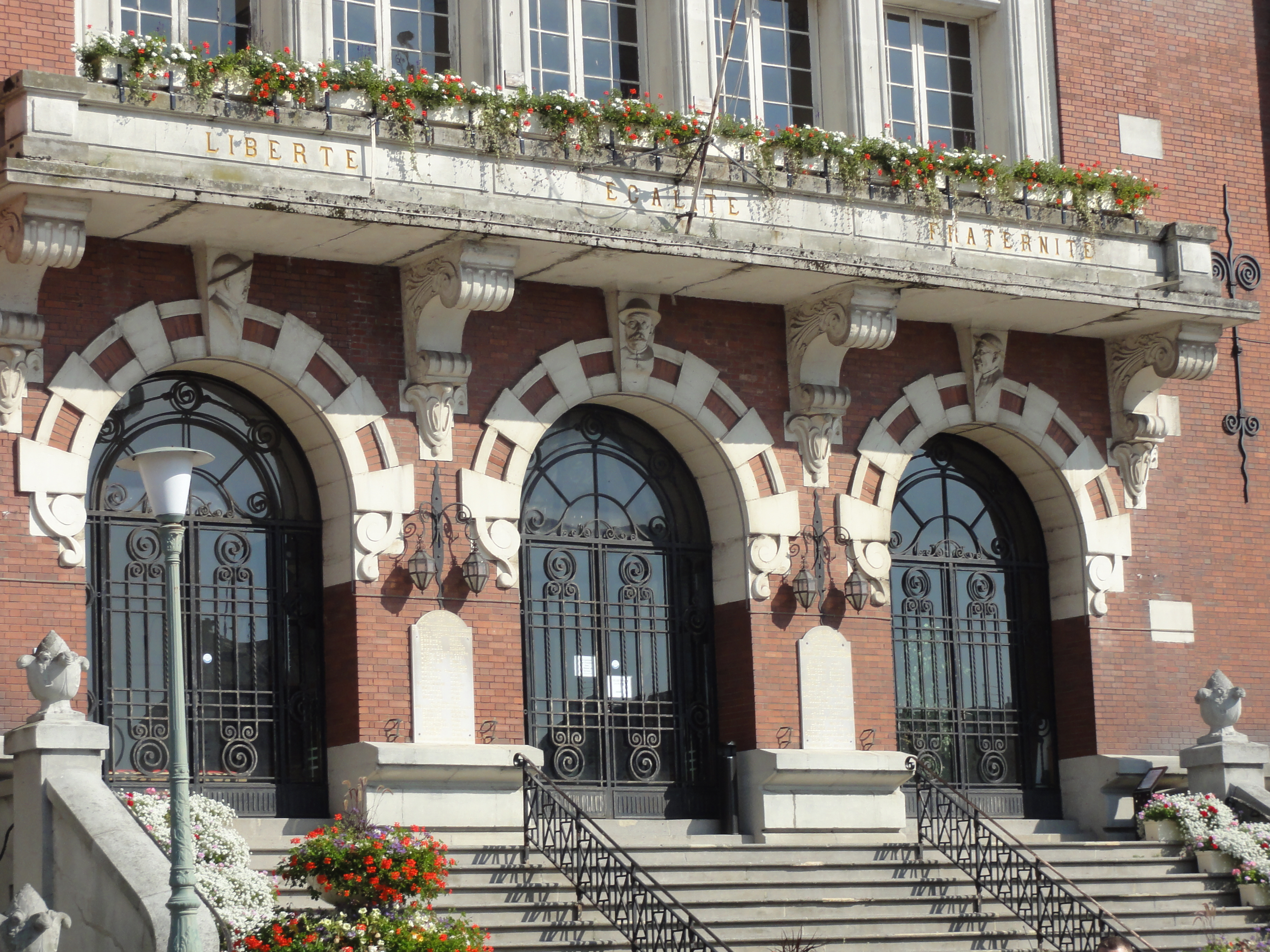
L'hôtel de ville.
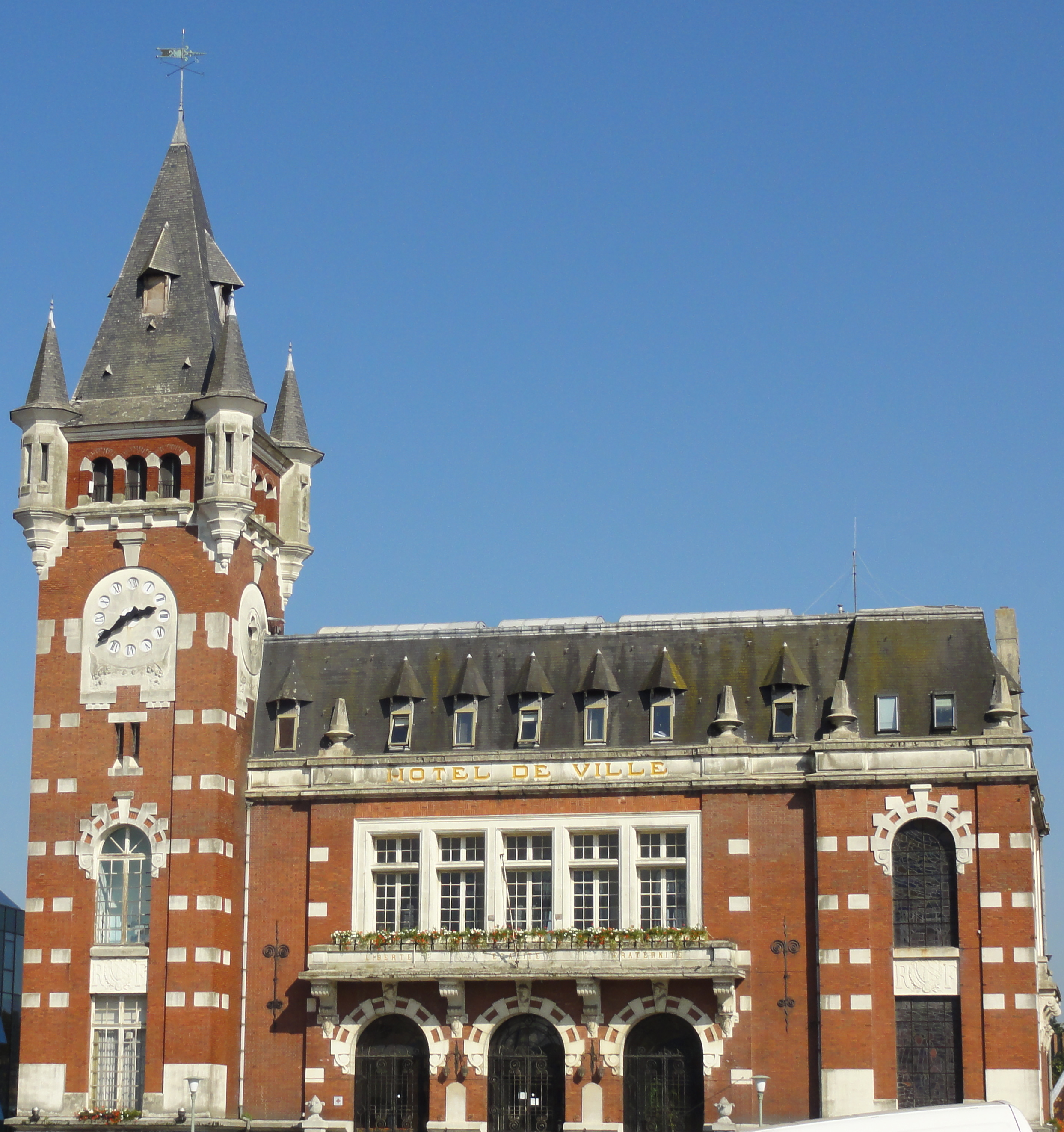
L'hôtel de ville.

### Siteno96
Le site no 96 est formé par la cité pavillonnaire Anatole France et la cité de corons des électriciens, près de la fosse no 1 - 1 bis des mines de Bruay à Bruay-la-Buissière. Depuis 2019, la Cité des électriciens est réhabilitée, par l'architecte Philippe Prost, en centre d'interprétation consacré à l'histoire minière, à des résidences d'artistes, des gîtes et des jardins pédagogiques.

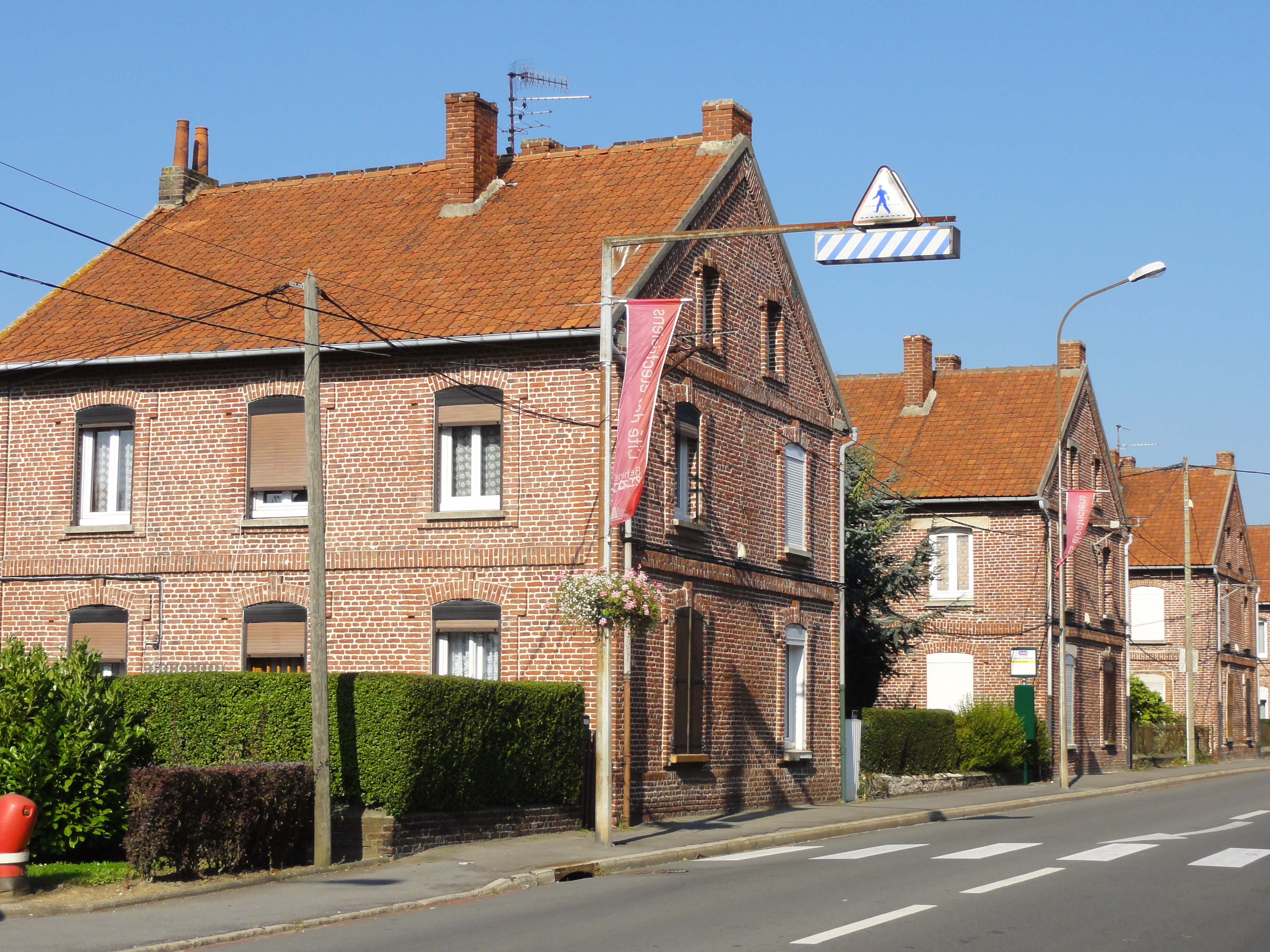
La cité pavillonnaire.
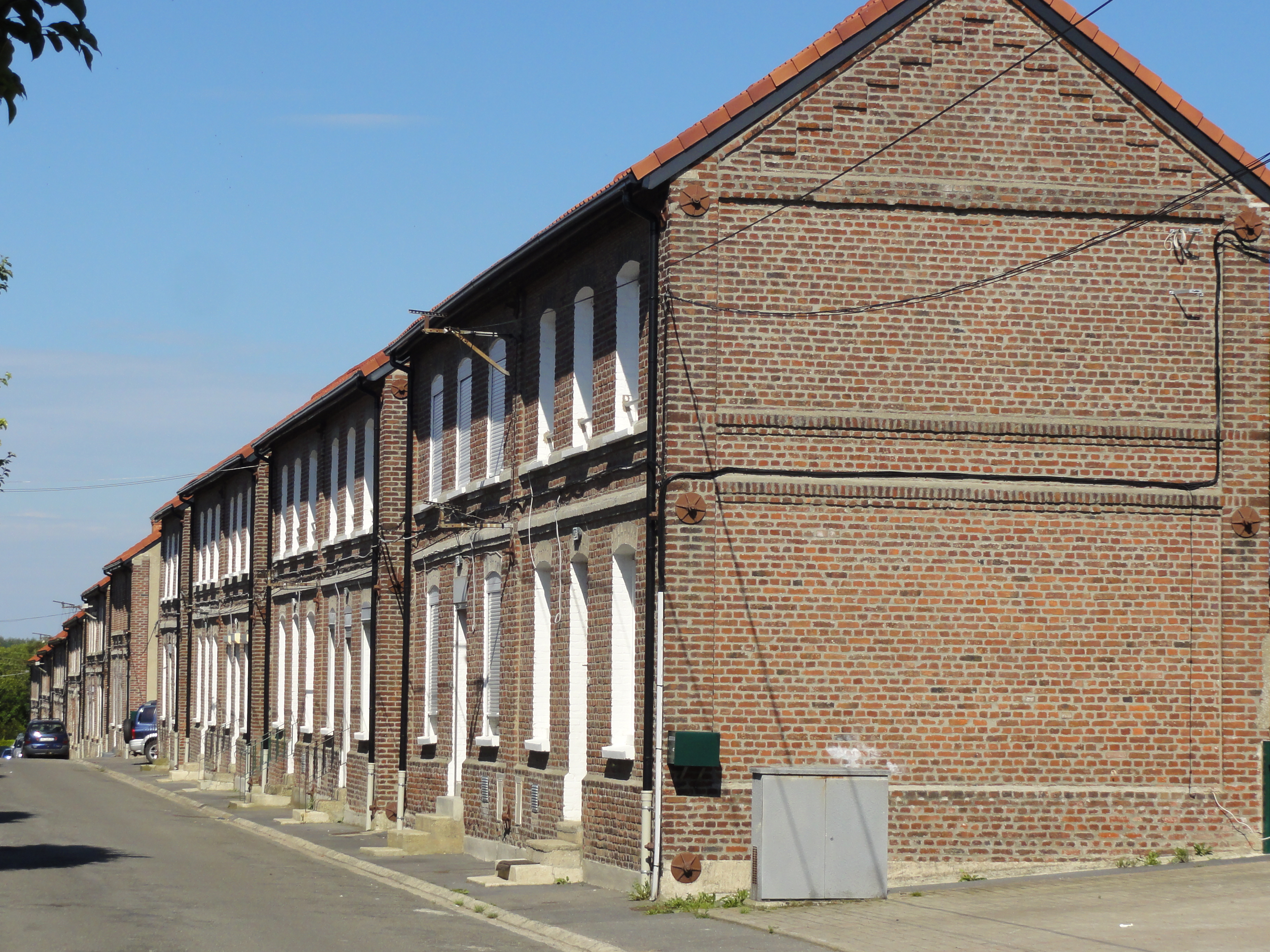
La cité pavillonnaire.
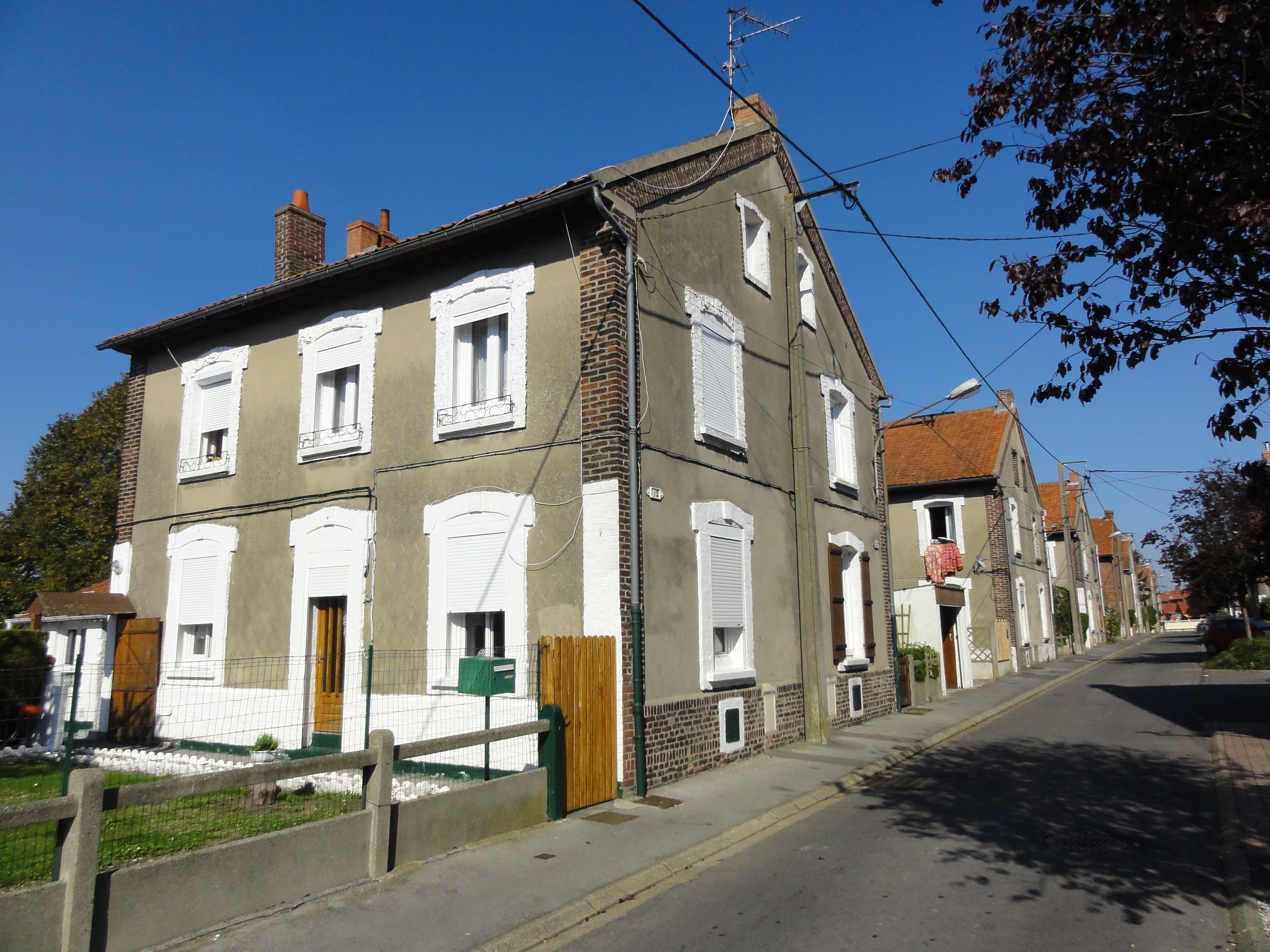
La cité pavillonnaire.
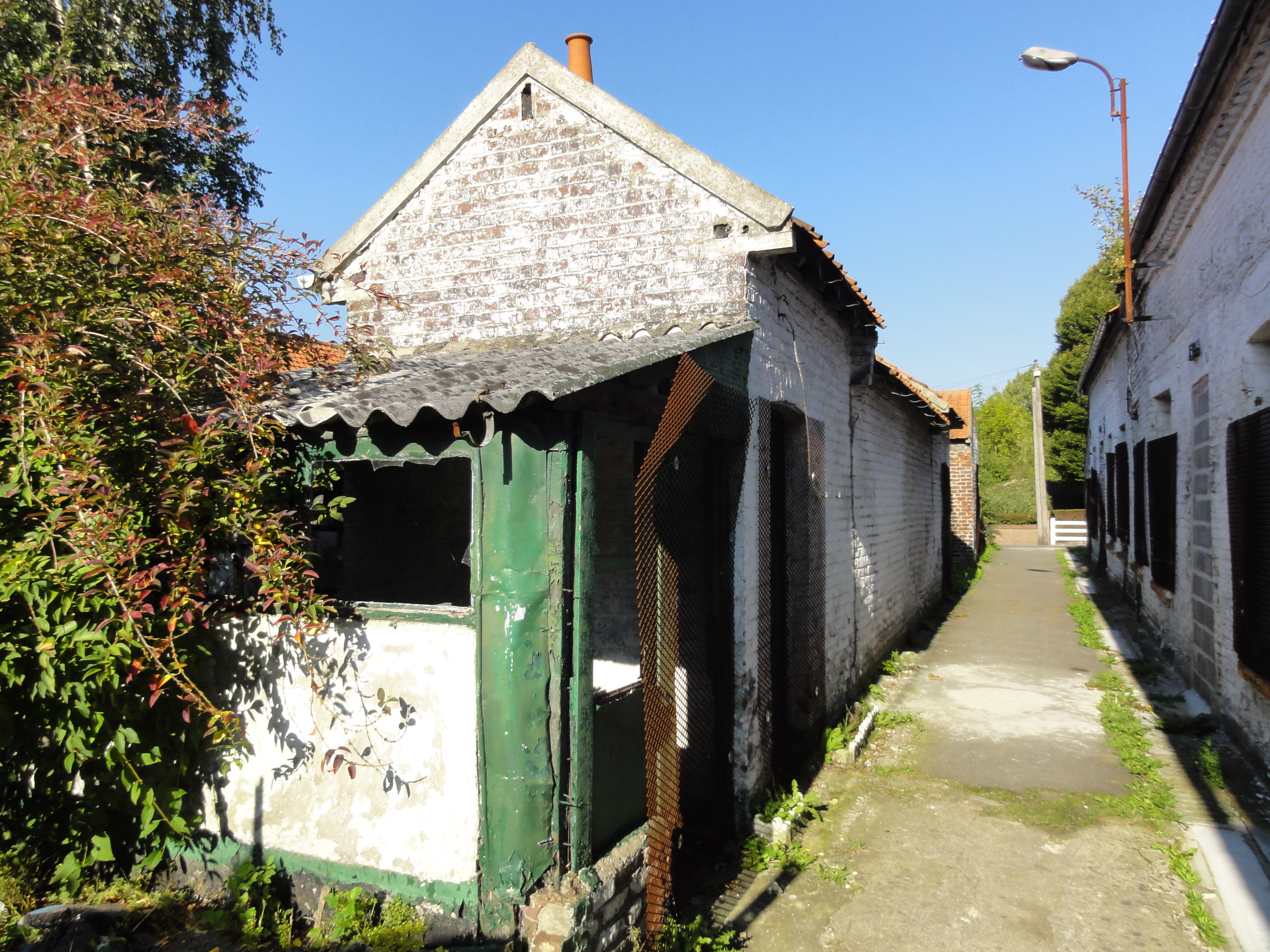
La cité de corons.
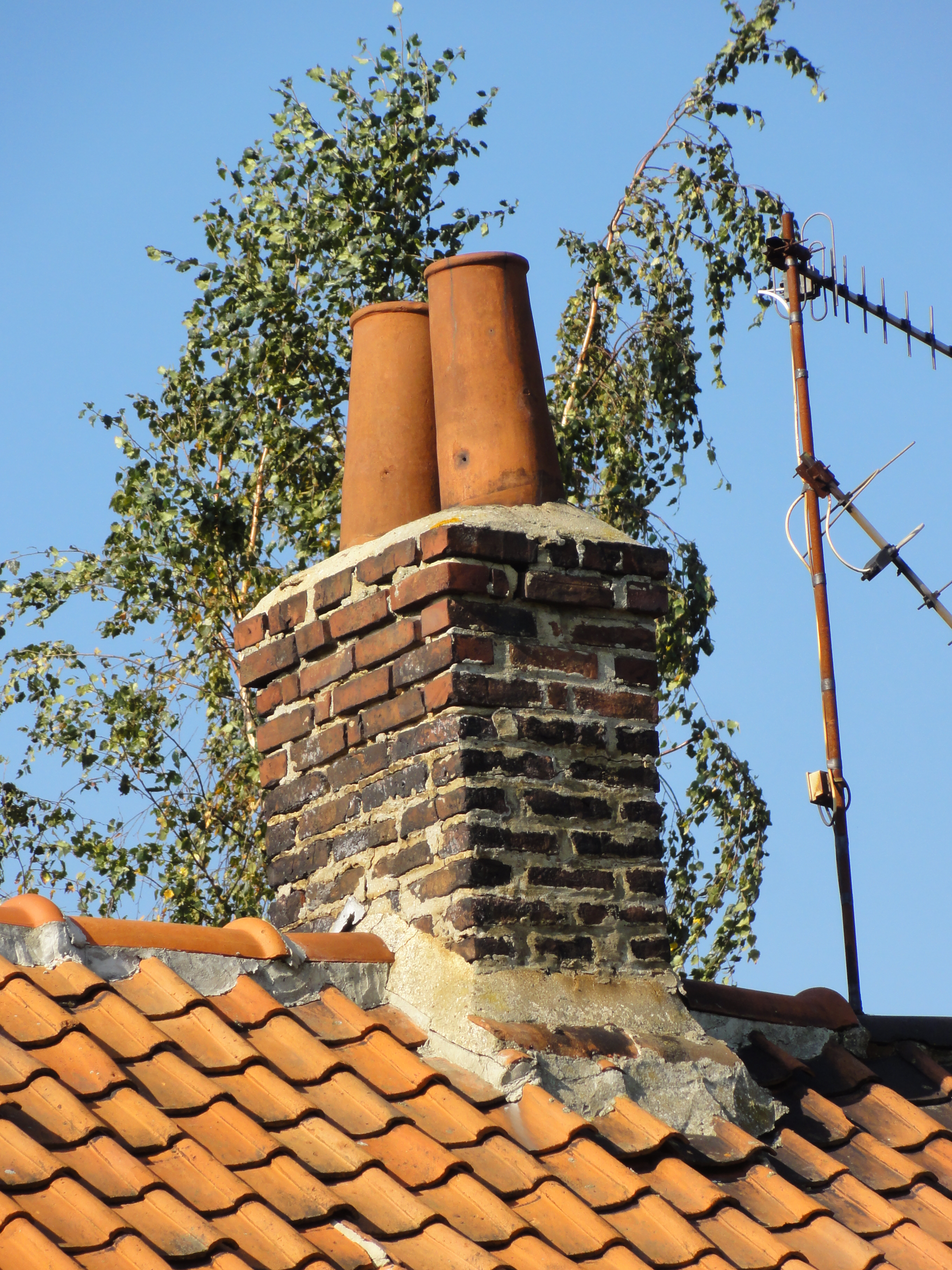
La cité de corons.
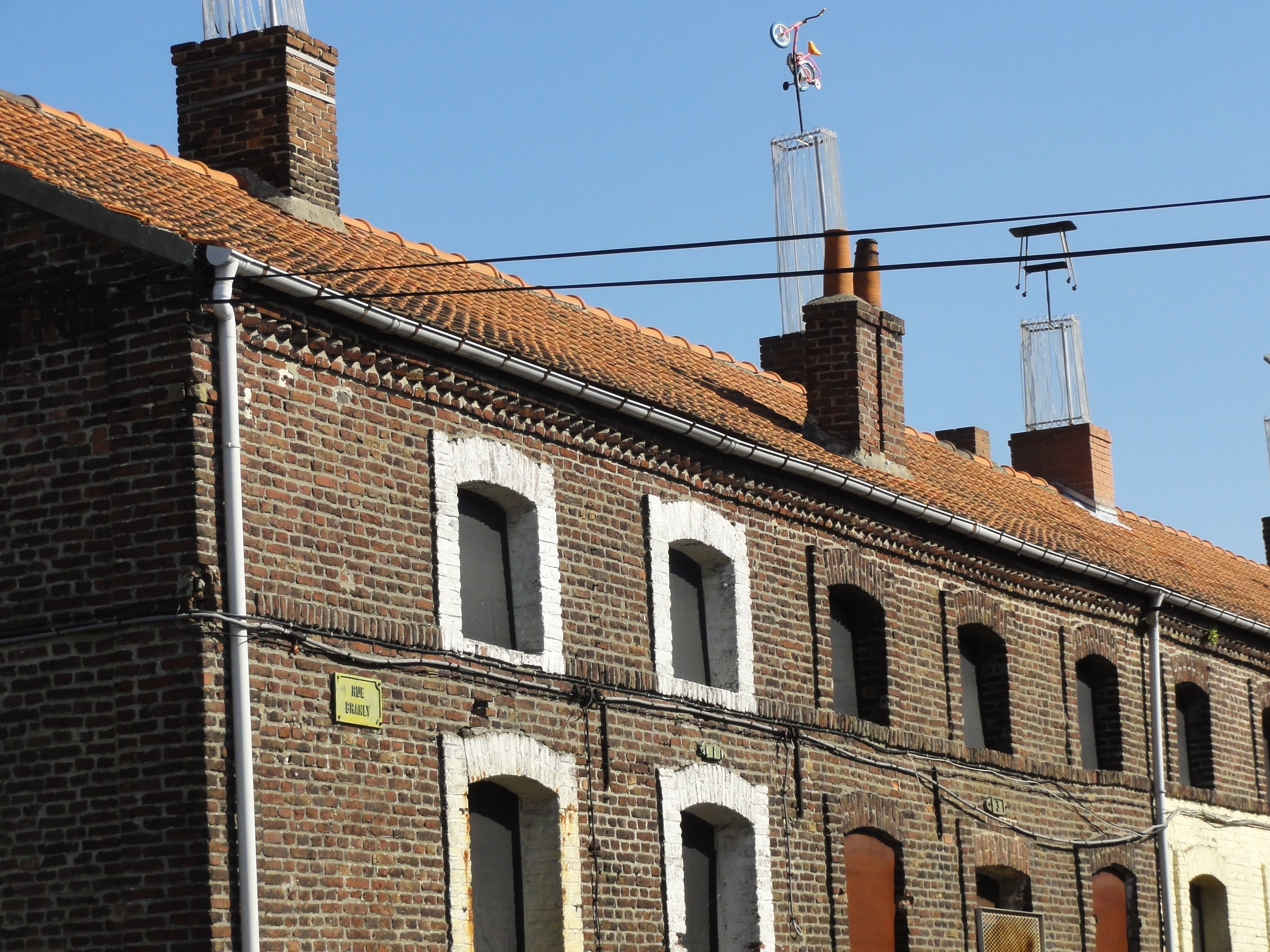
La cité de corons.

### Siteno97
Le site no 97 est organisé autour des cités des fosses nos 4 - 4 bis - 4 ter et 6 - 6 bis - 6 ter des mines de Bruay à Bruay-la-Buissière et Haillicourt. Elle comprend les cités de corons 16-1 et 16-3, les écoles des cités 16-1 et 16-3, l'église Saint-Joseph, ces éléments étant tous situés à Bruay-la-Buissière, et la cité de corons des Fleurs, située quant à elle à Haillicourt.

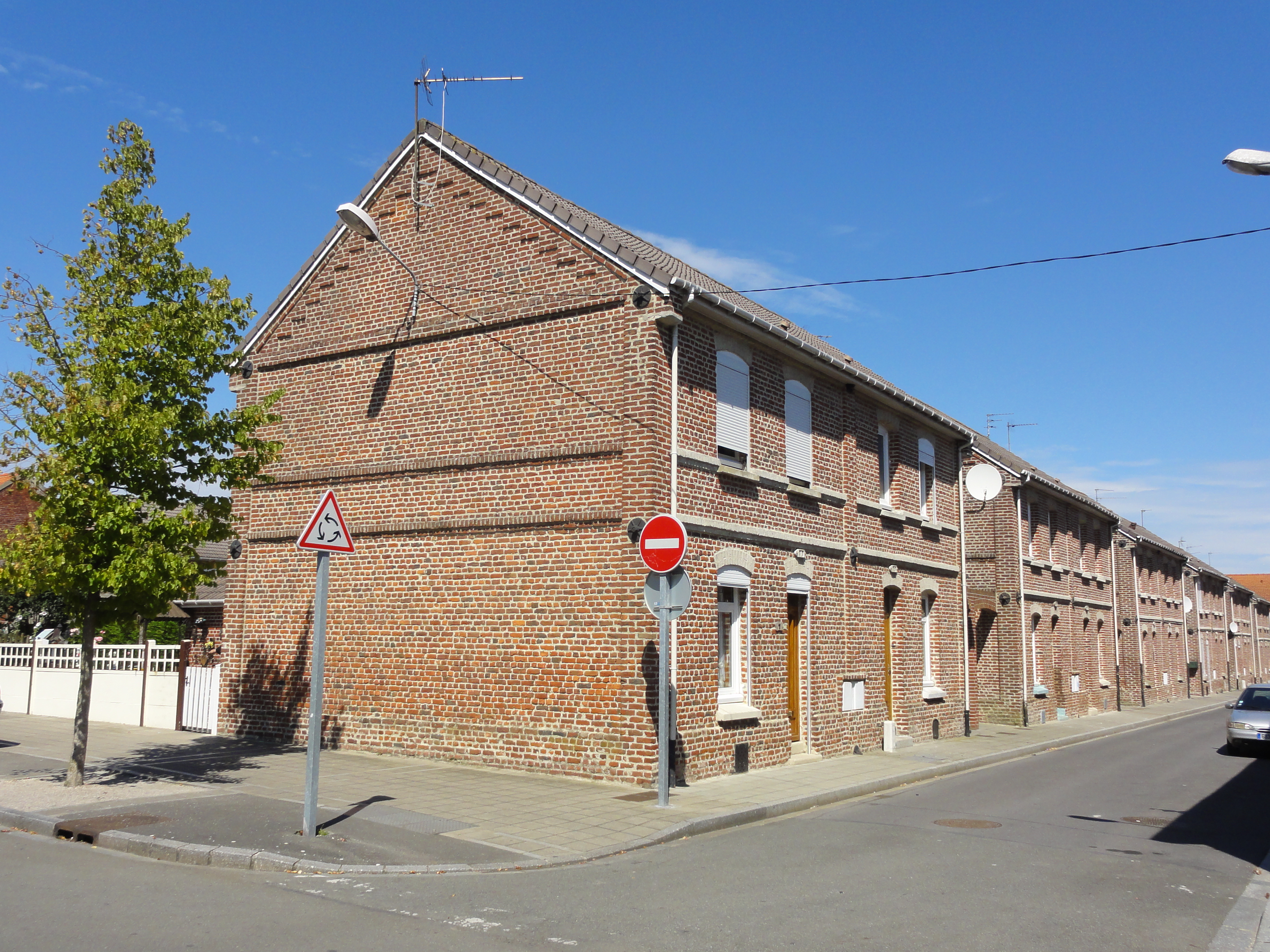
La cité de corons.
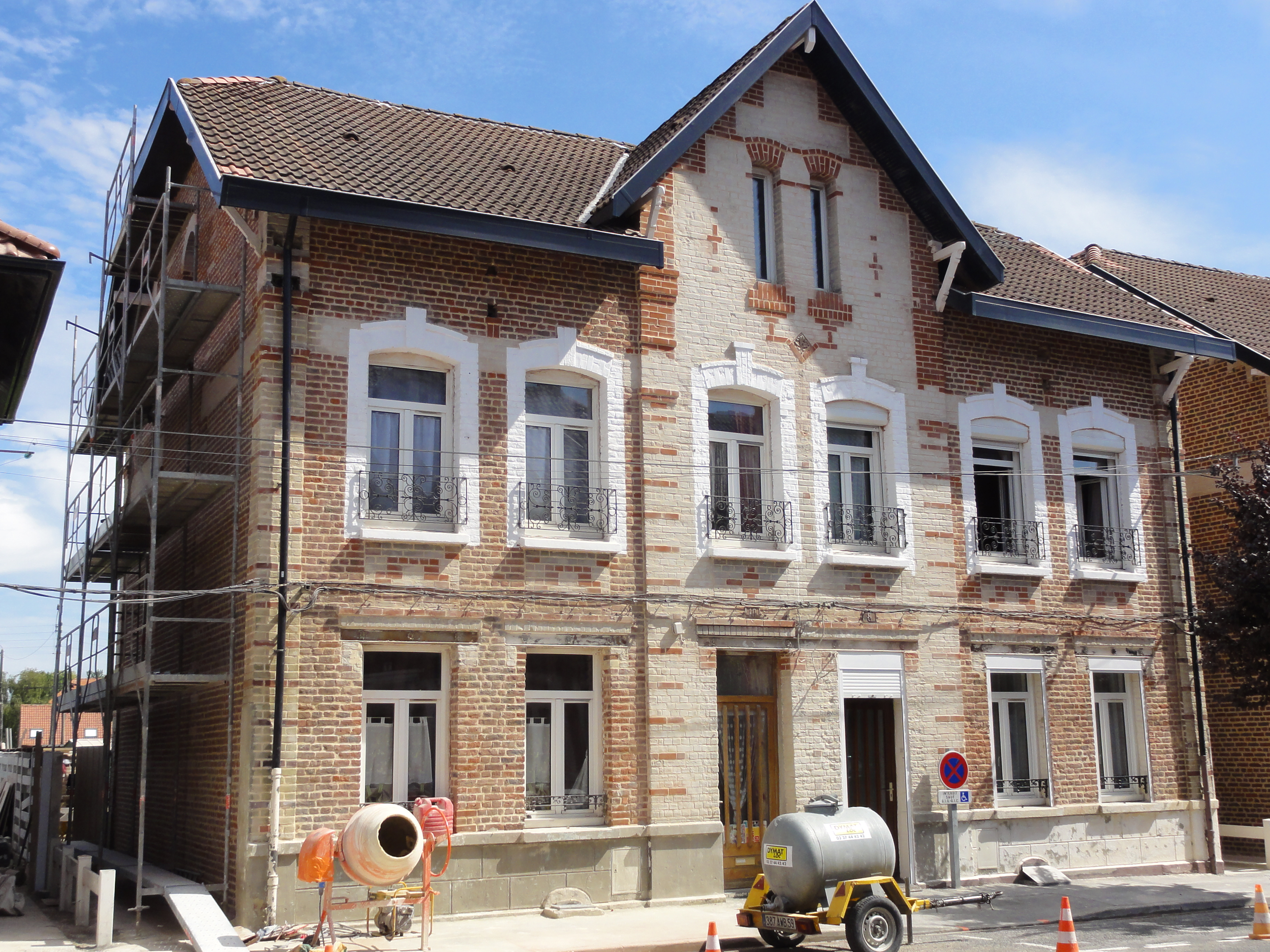
La cité de corons.
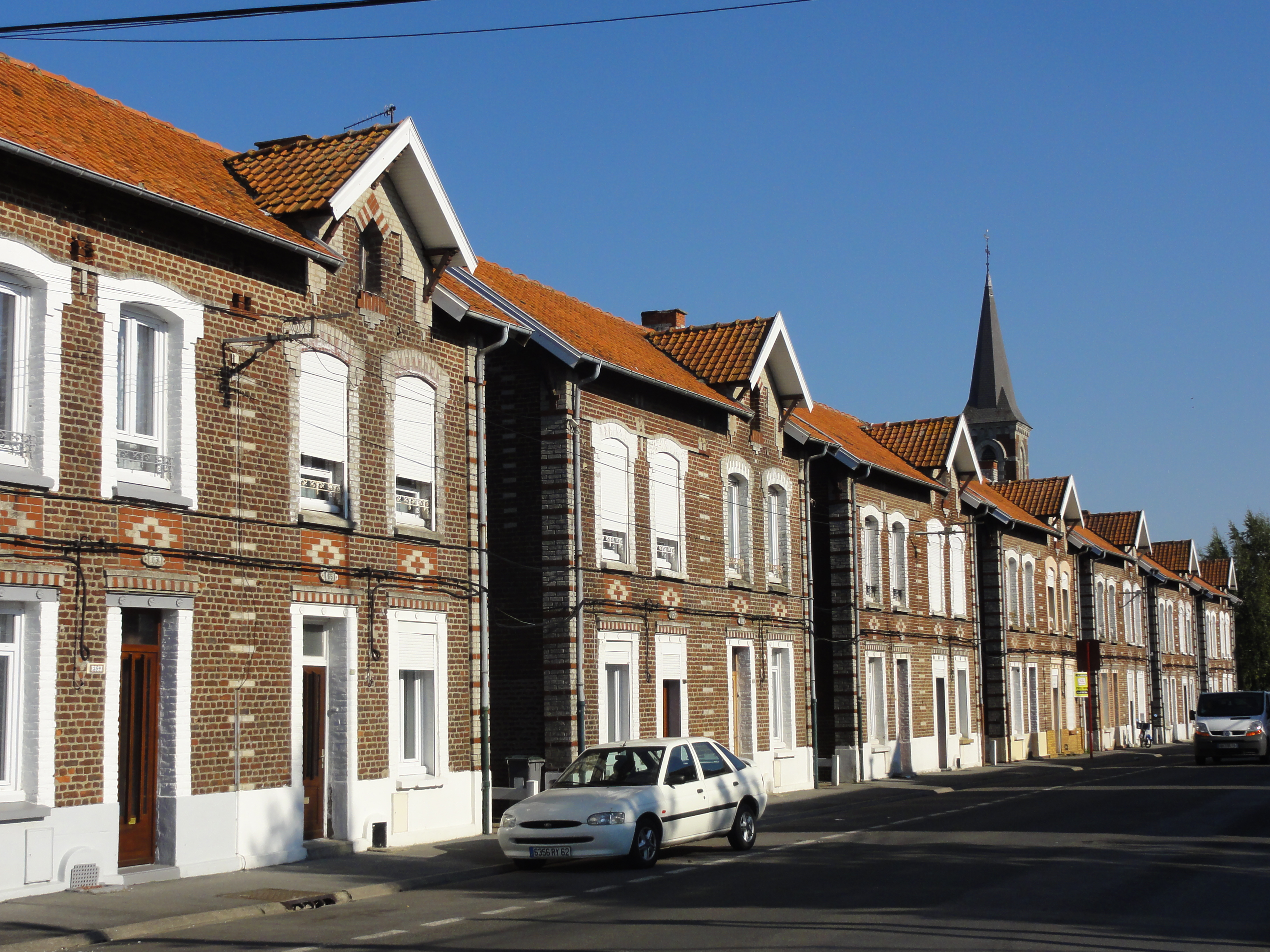
La cité de corons.
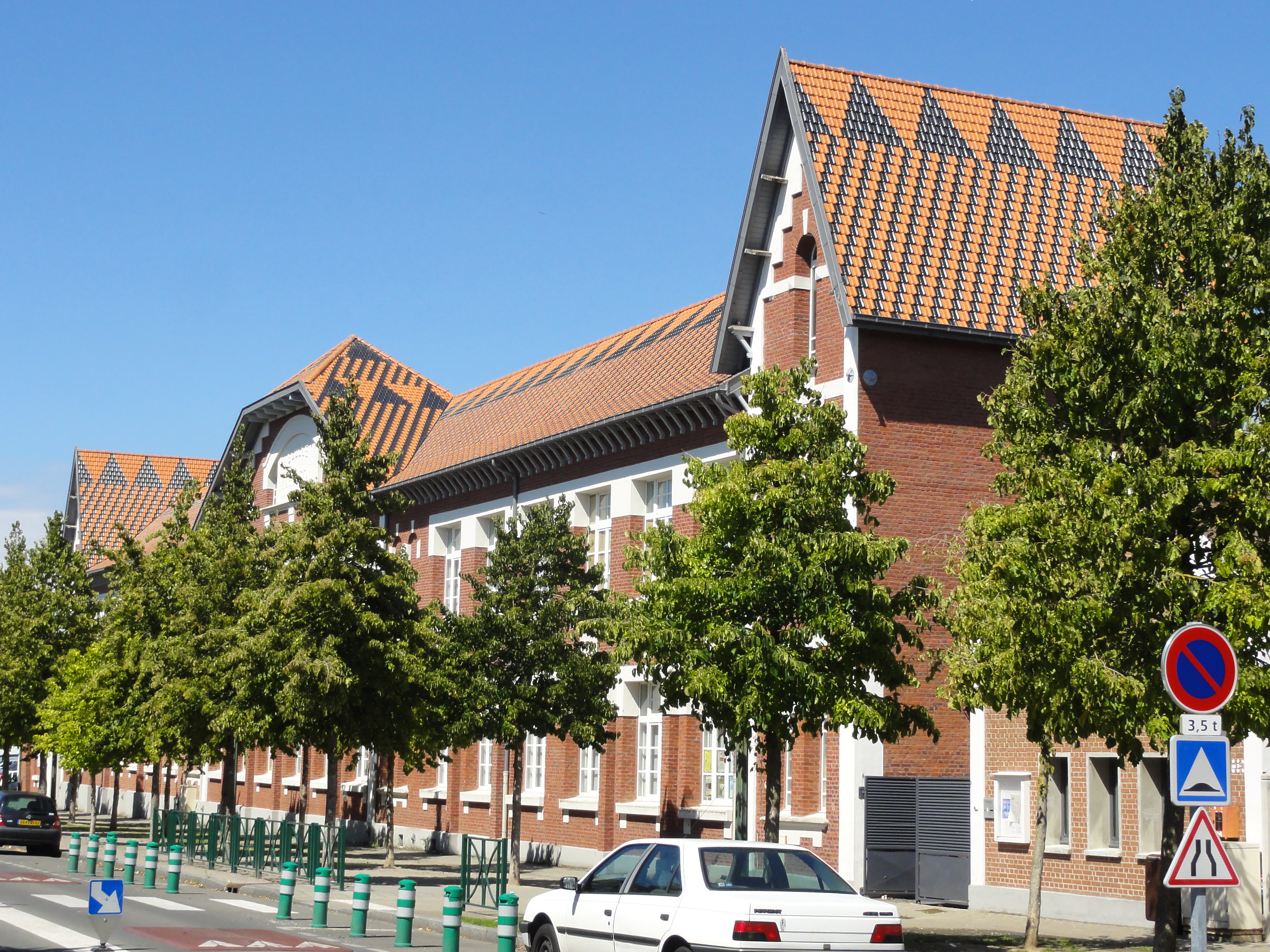
Les écoles Marmottan.
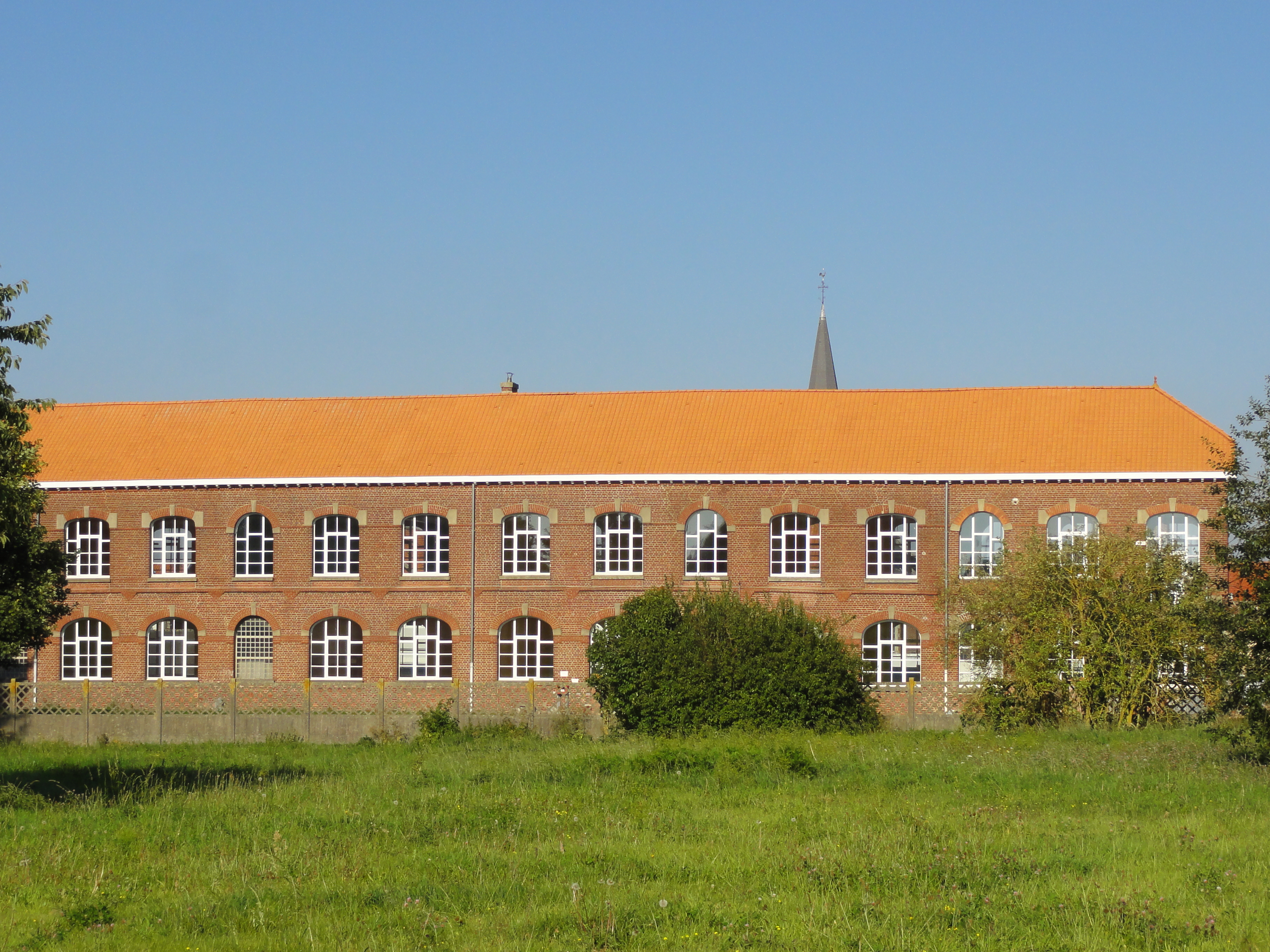
Les écoles.
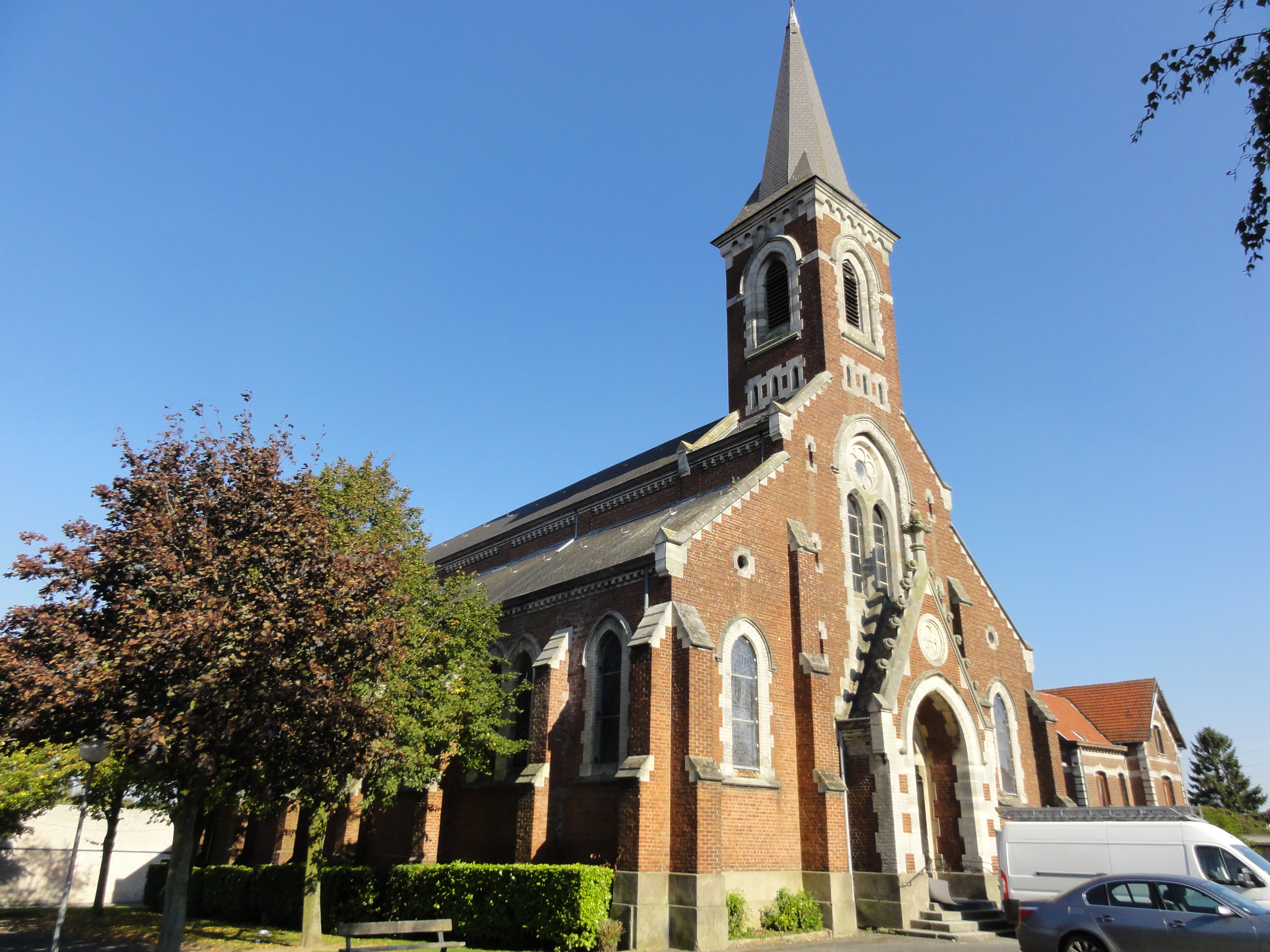
L'église Saint-Joseph.

### Siteno98
Le site no 98 est formé par le stade parc, et sa piscine art-déco de plein air, à Bruay-la-Buissière.

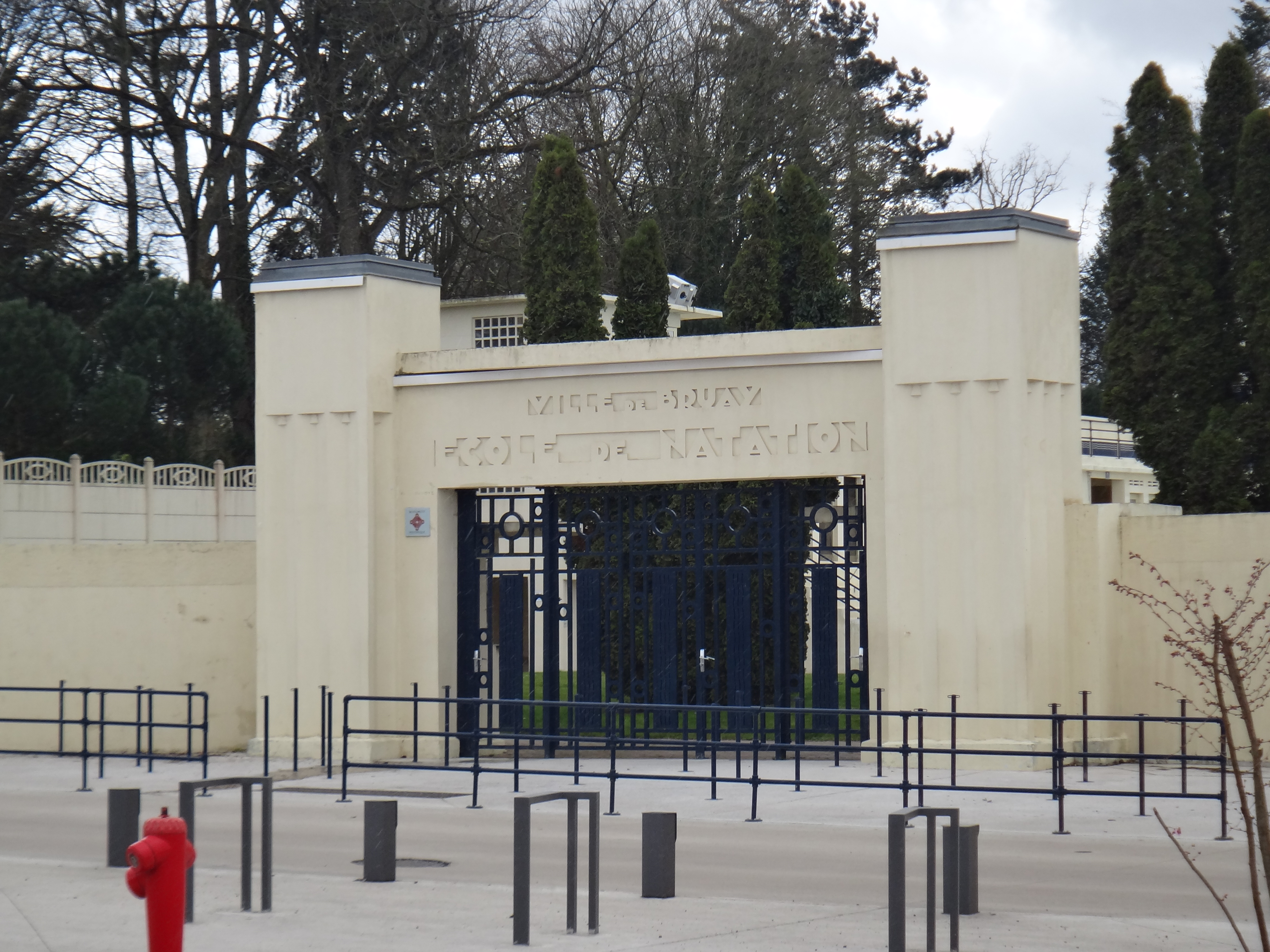
Entrée de la Piscine.
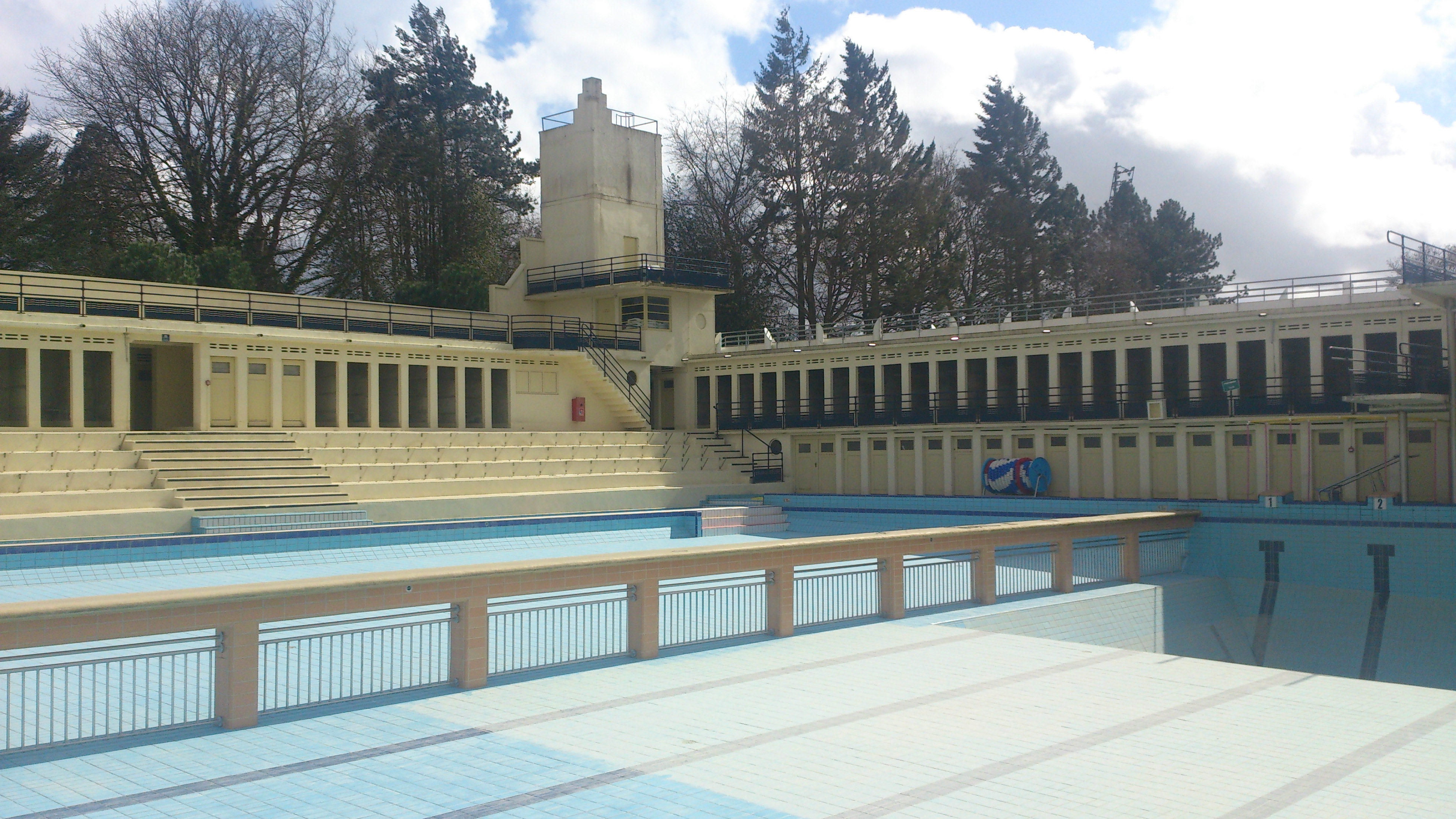
Vue générale.
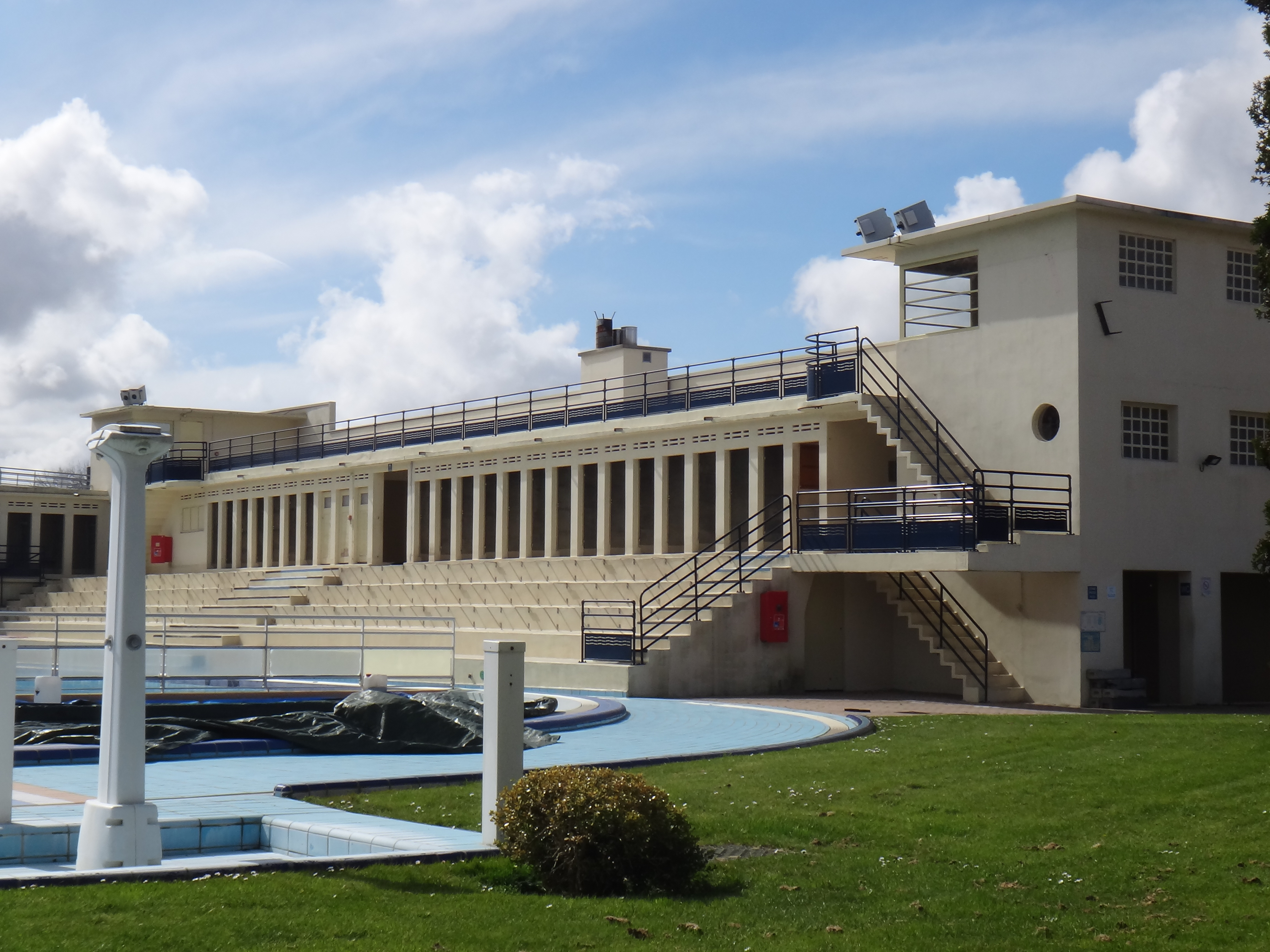
Vue générale.
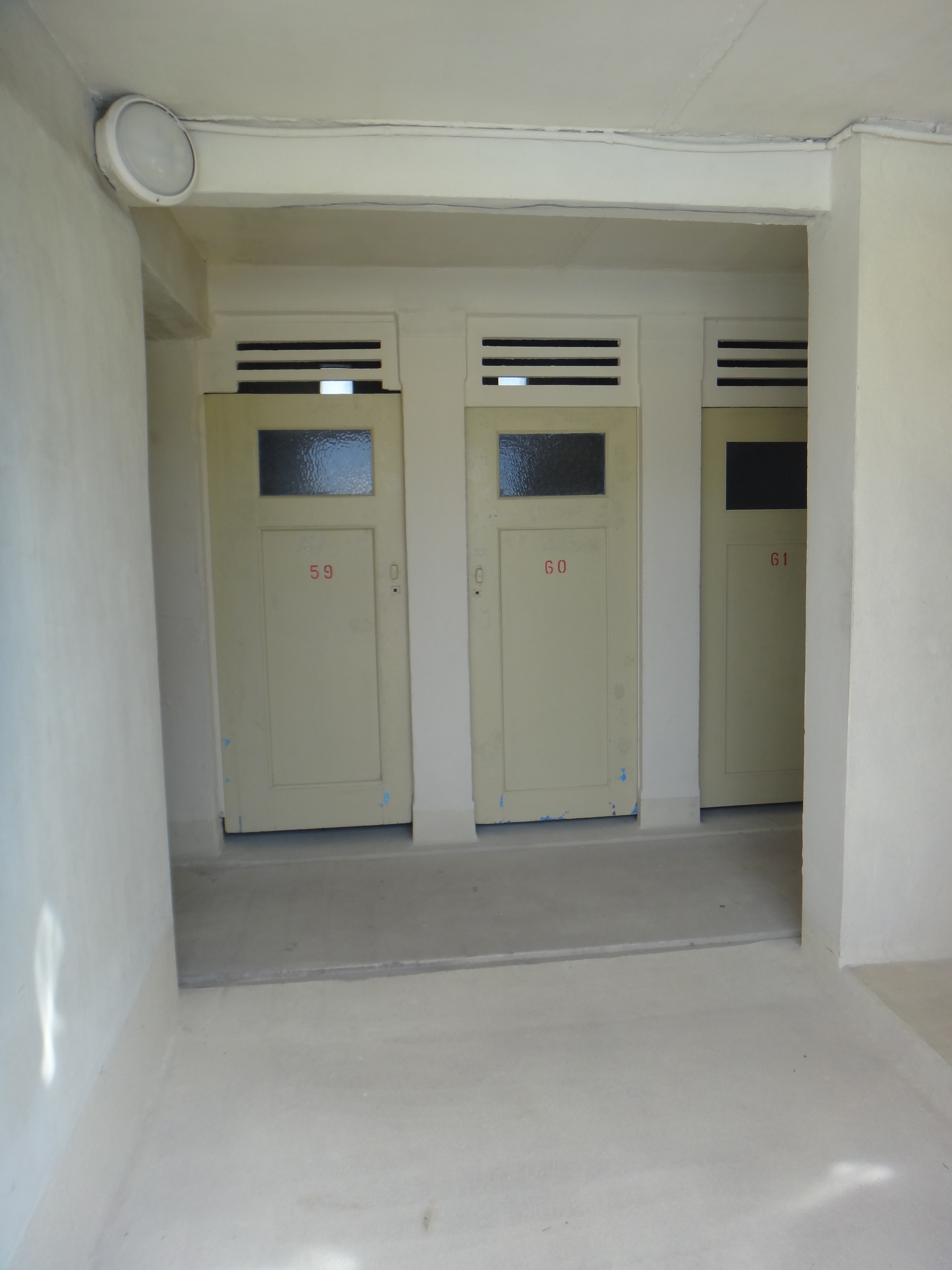
Les Cabines.
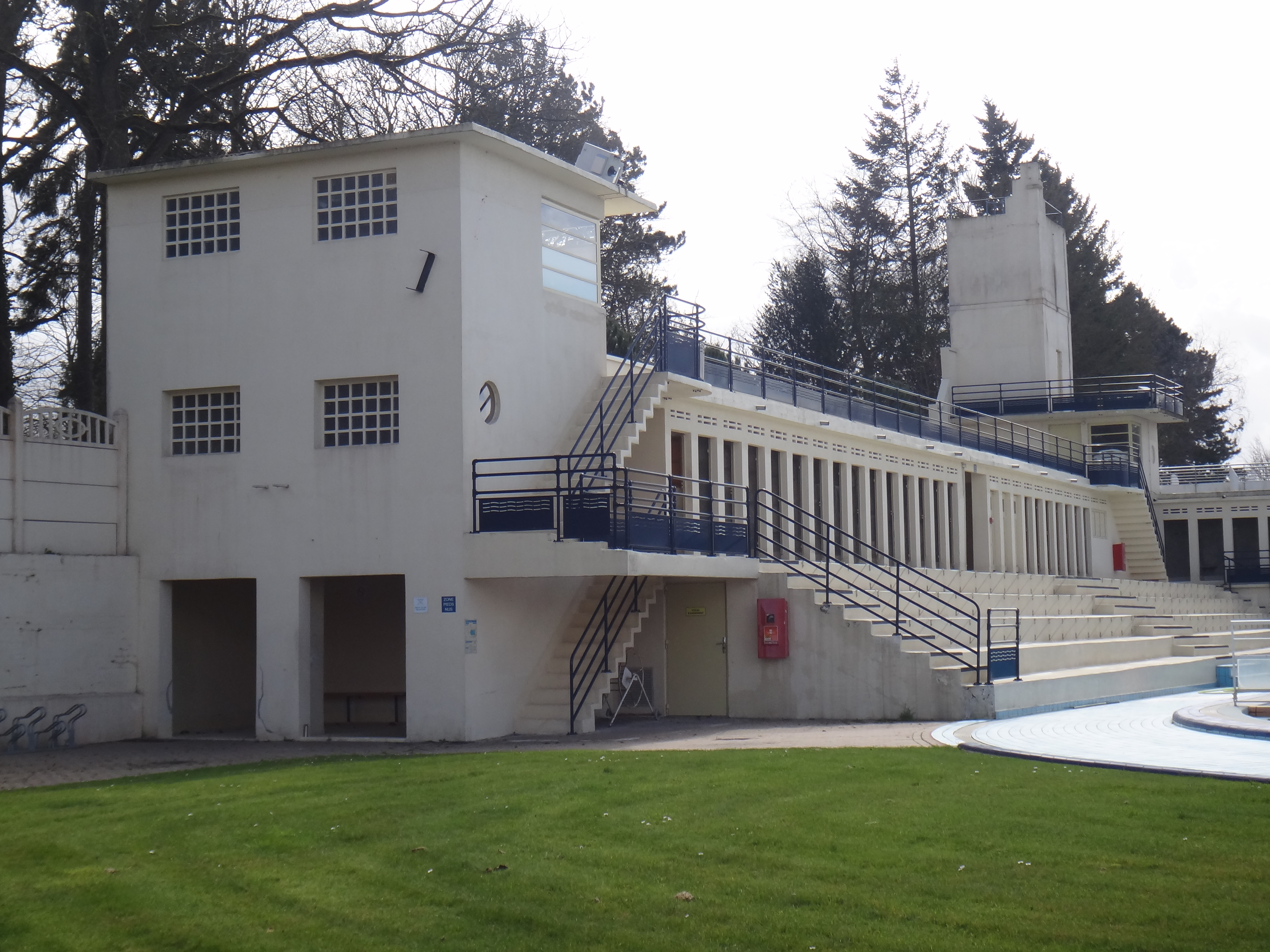
Vue générale.
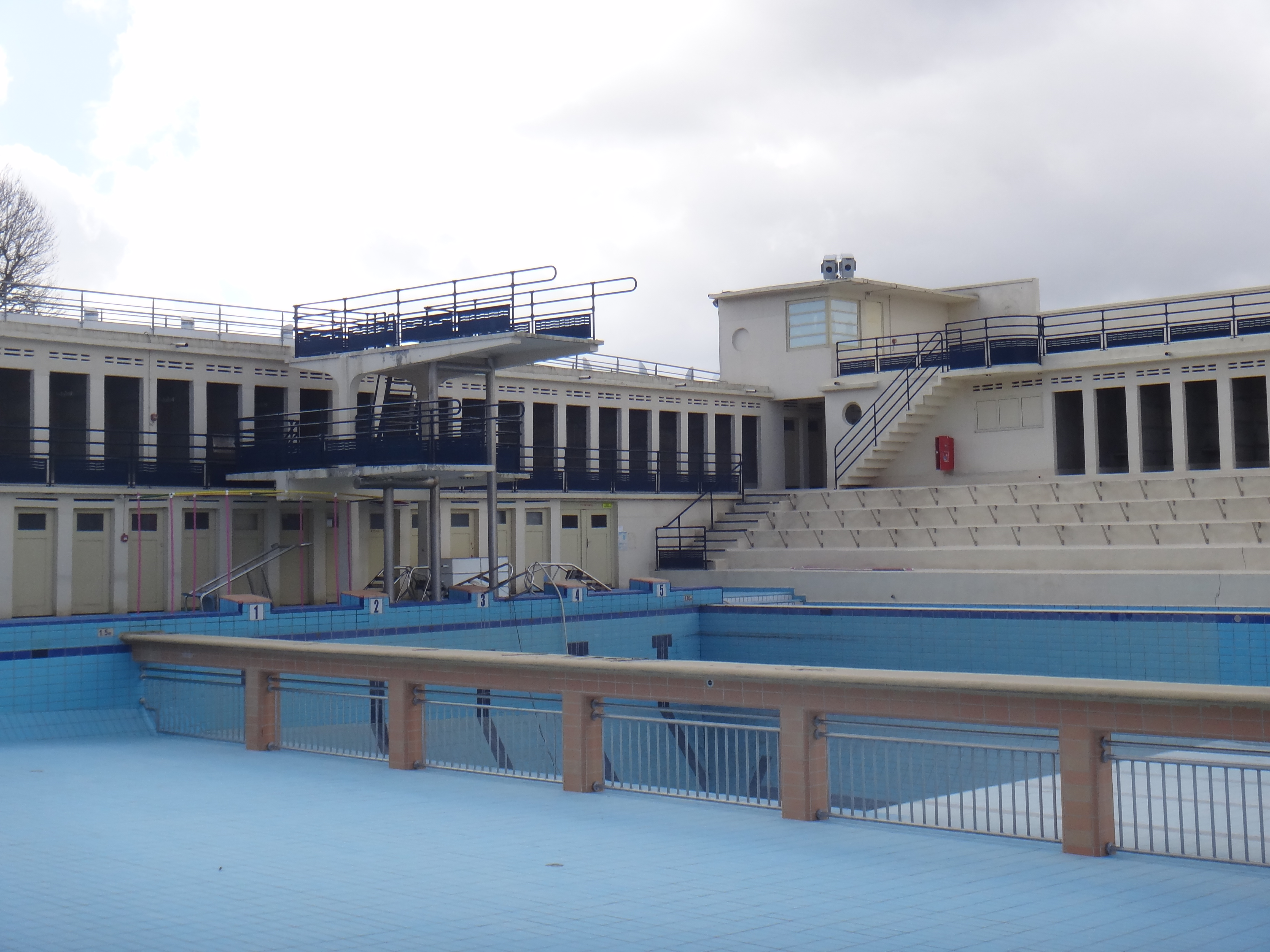
Les plongeoirs.

### Siteno99
Le site no 99 est constitué de la cité pavillonnaire de la Victoire et son école, de la cité moderne des Arbres et de son école, ainsi que d'un dispensaire de la Société de Secours minière dans cette dernière cité, tous ces équipements ont été construits à Houdain pour la fosse no 7 - 7 bis des mines de Bruay.

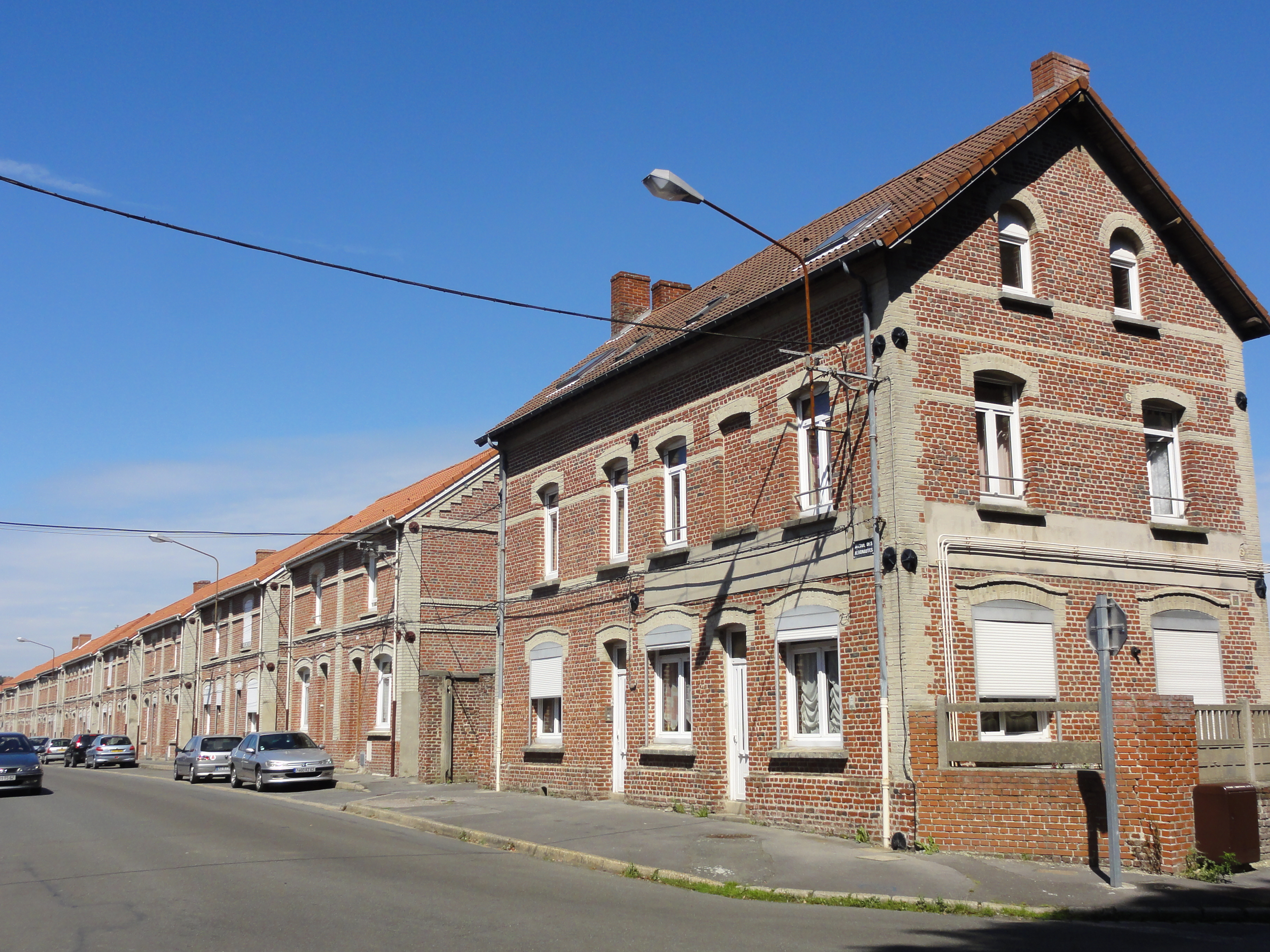
Habitations groupées par deux.
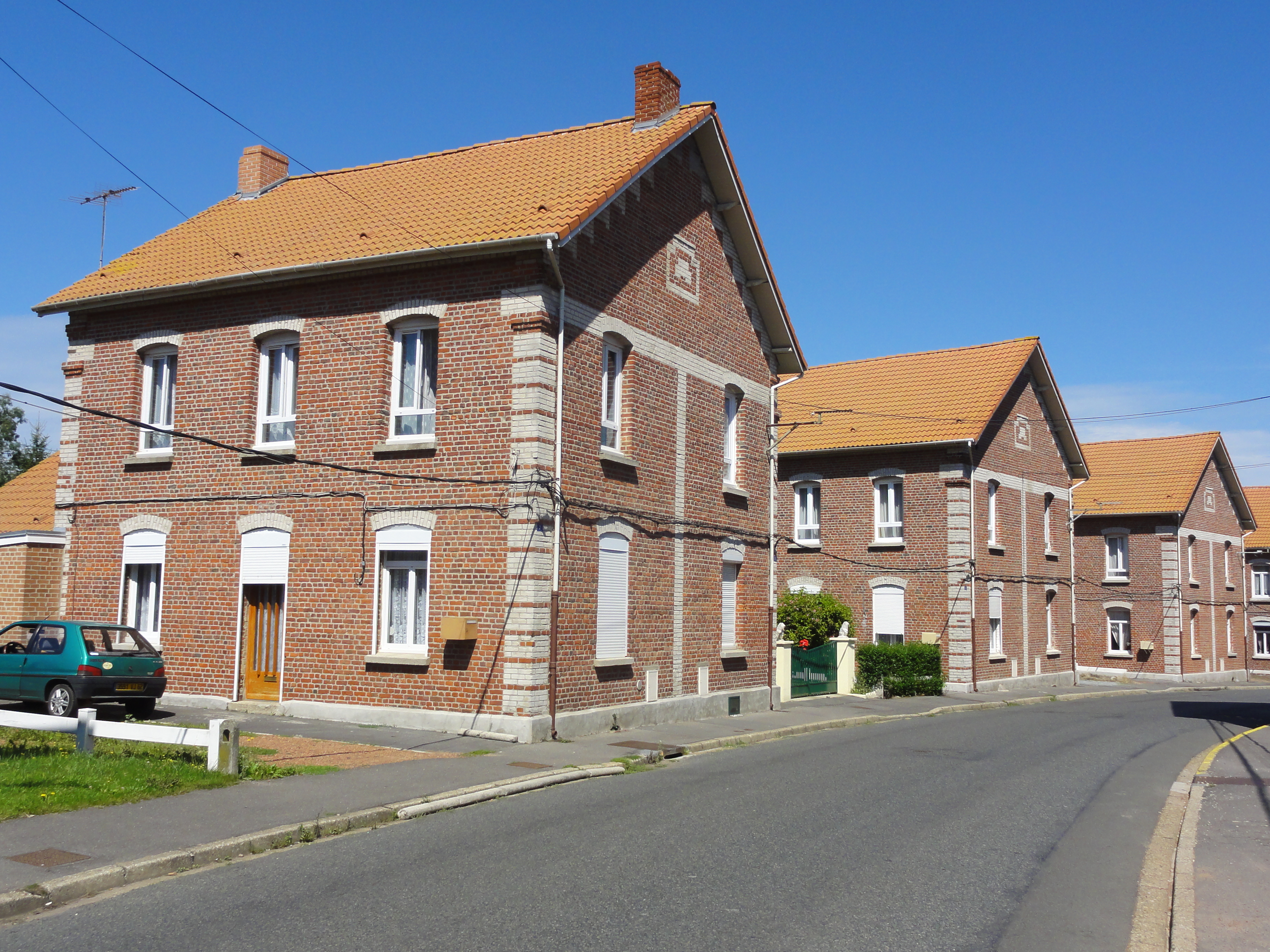
Habitations groupées par deux.
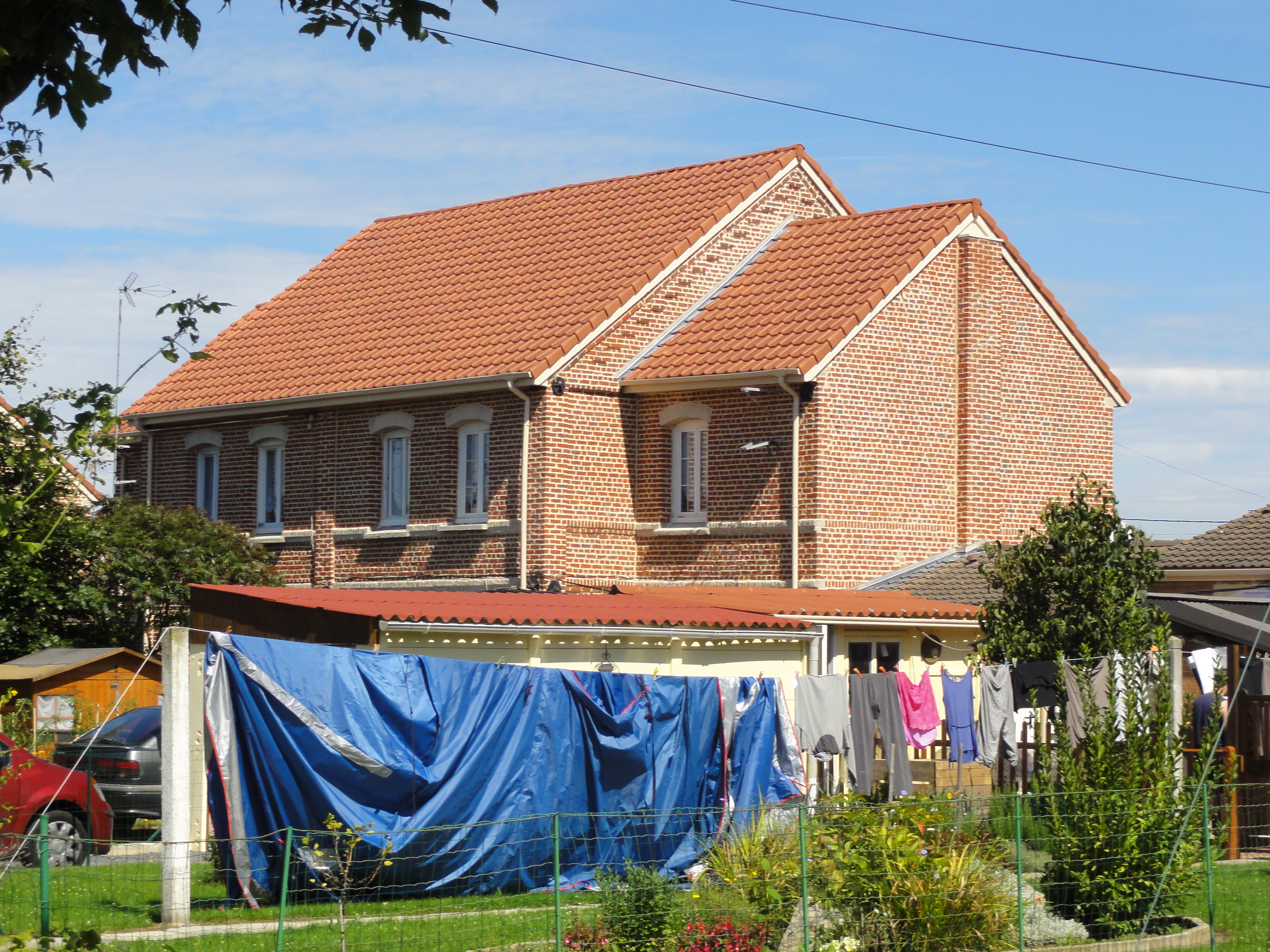
Habitations groupées par quatre.
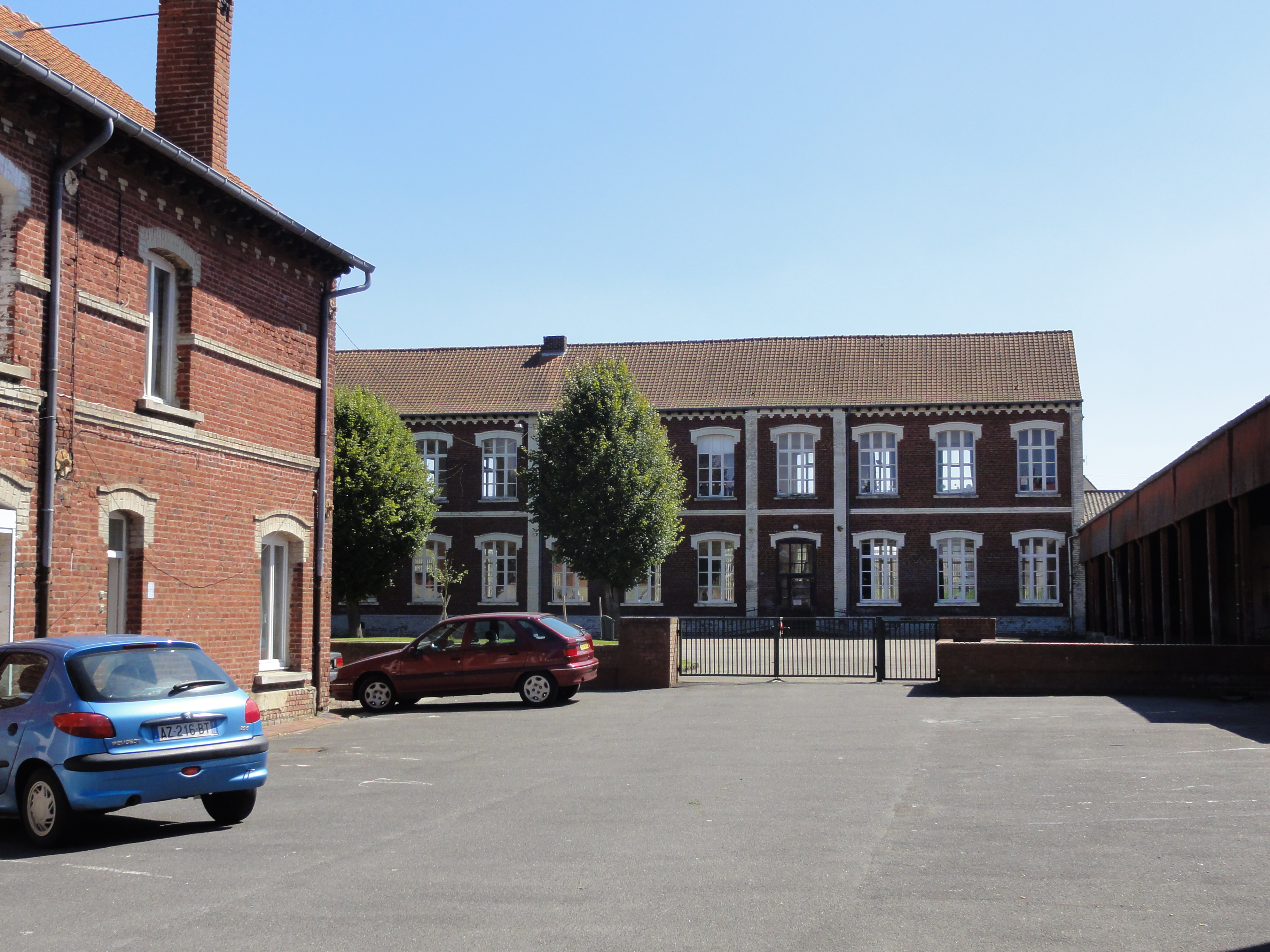
Les écoles.
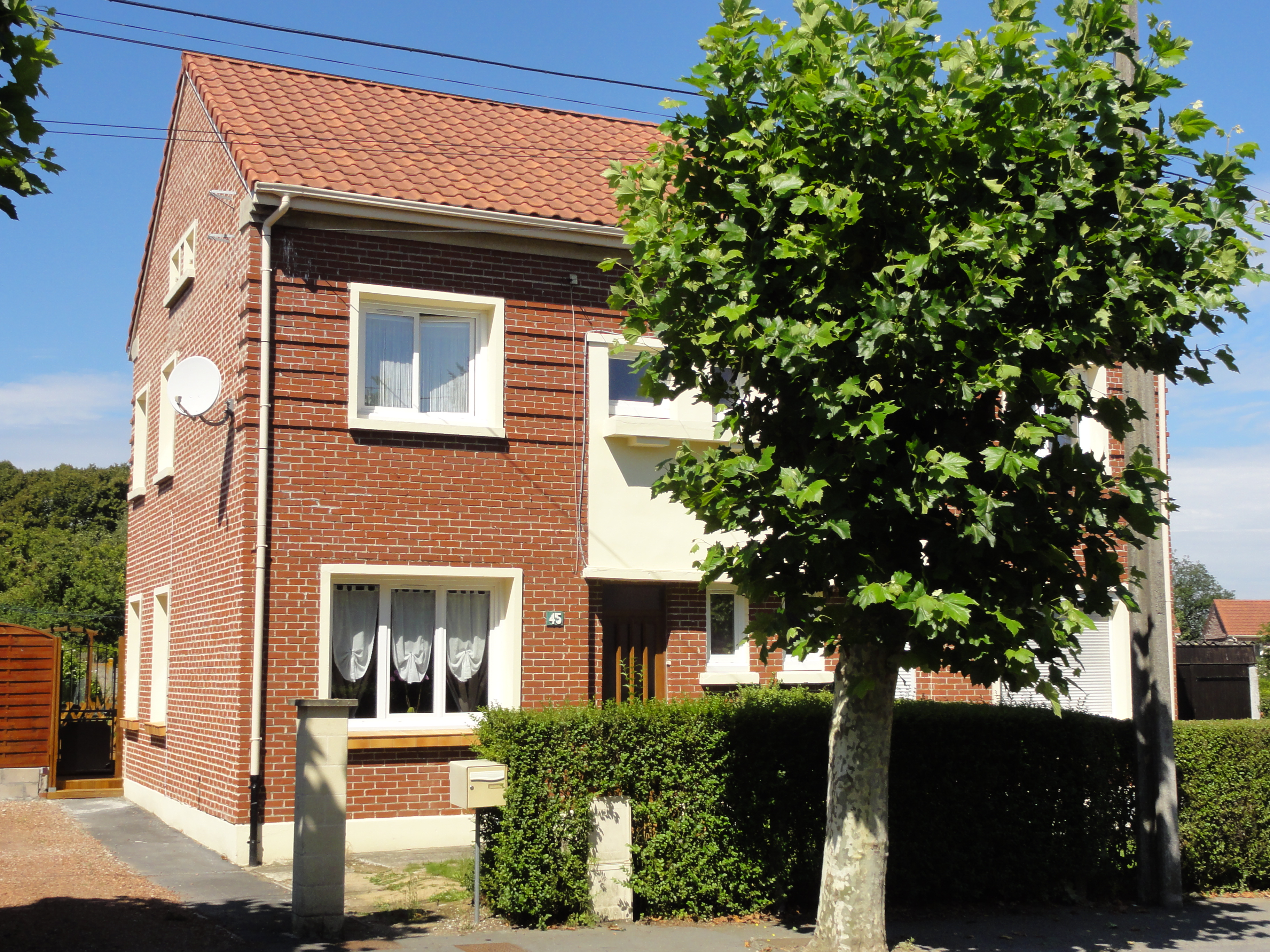
Habitations post-Nationalisation.
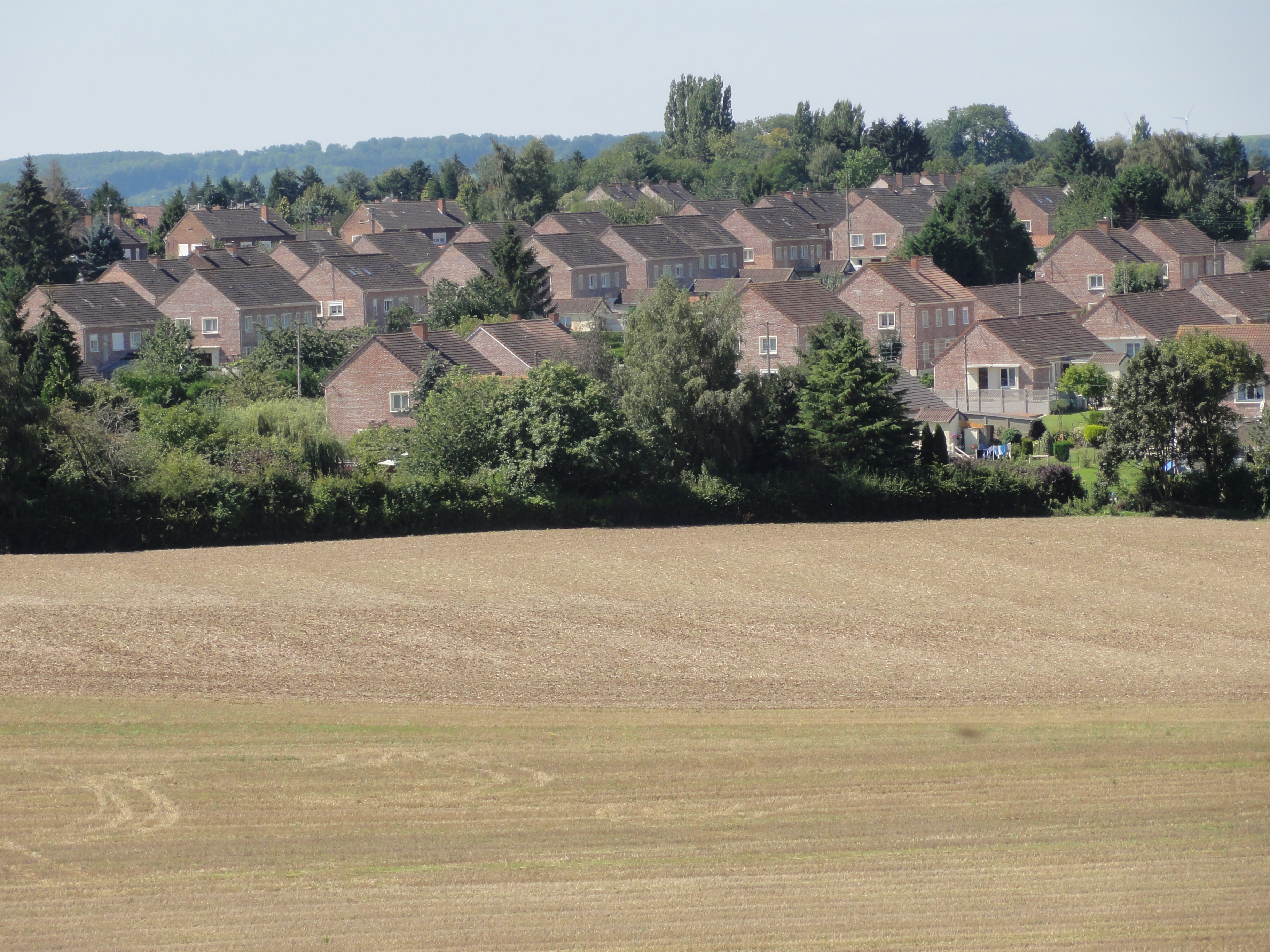
Habitations post-Nationalisation.

### Siteno100
Le site no 100 est composé des terrils coniques nos 2 et 3, respectivement dénommés 6 de Bruay Est et 6 de Bruay Ouest, à Ruitz et Maisnil-lès-Ruitz. Ils sont issus de l'exploitation de la fosse no 6 - 6 bis - 6 ter des mines de Bruay, sise à Haillicourt.

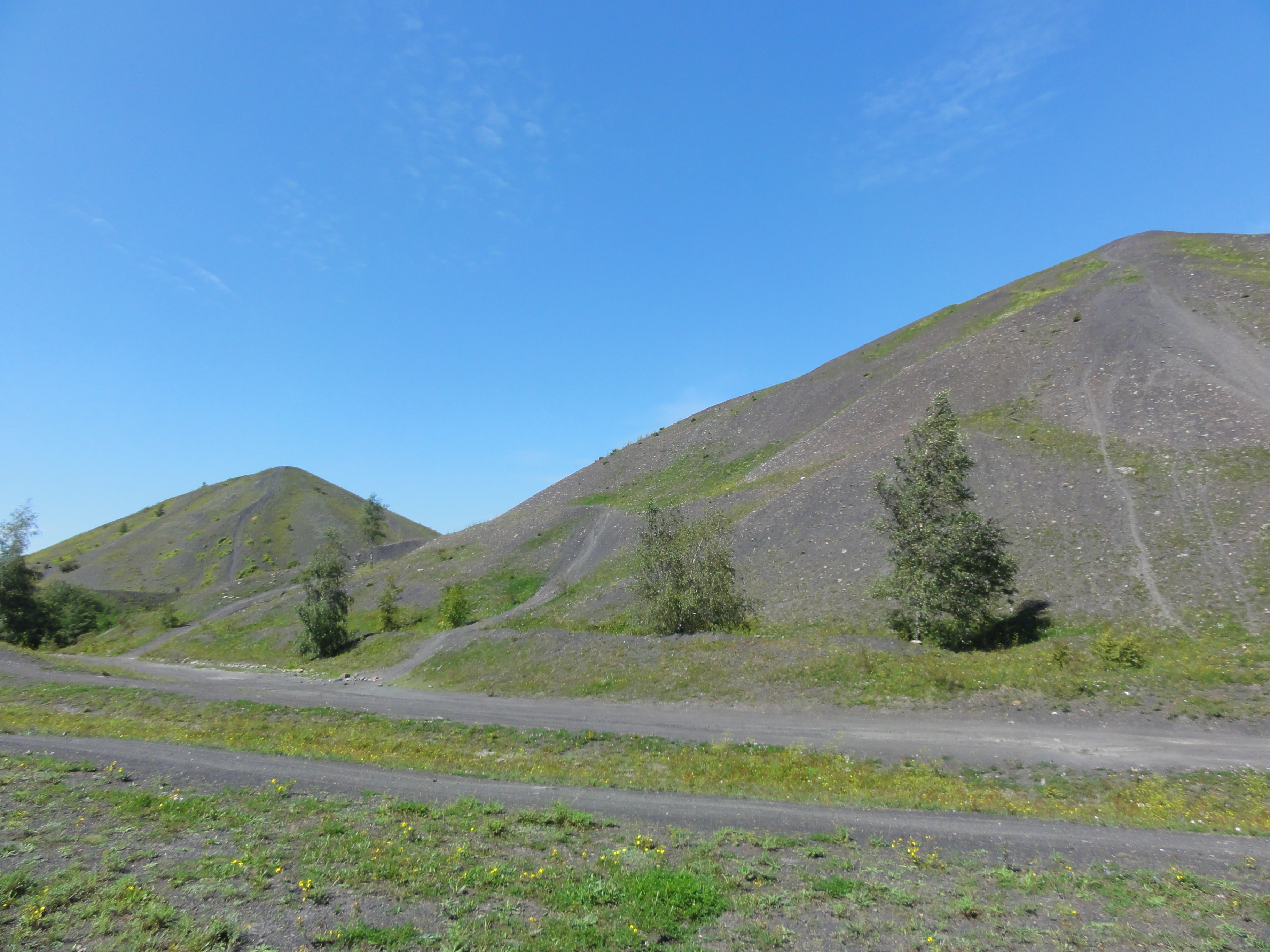
Les terrils nos 2 et 3.
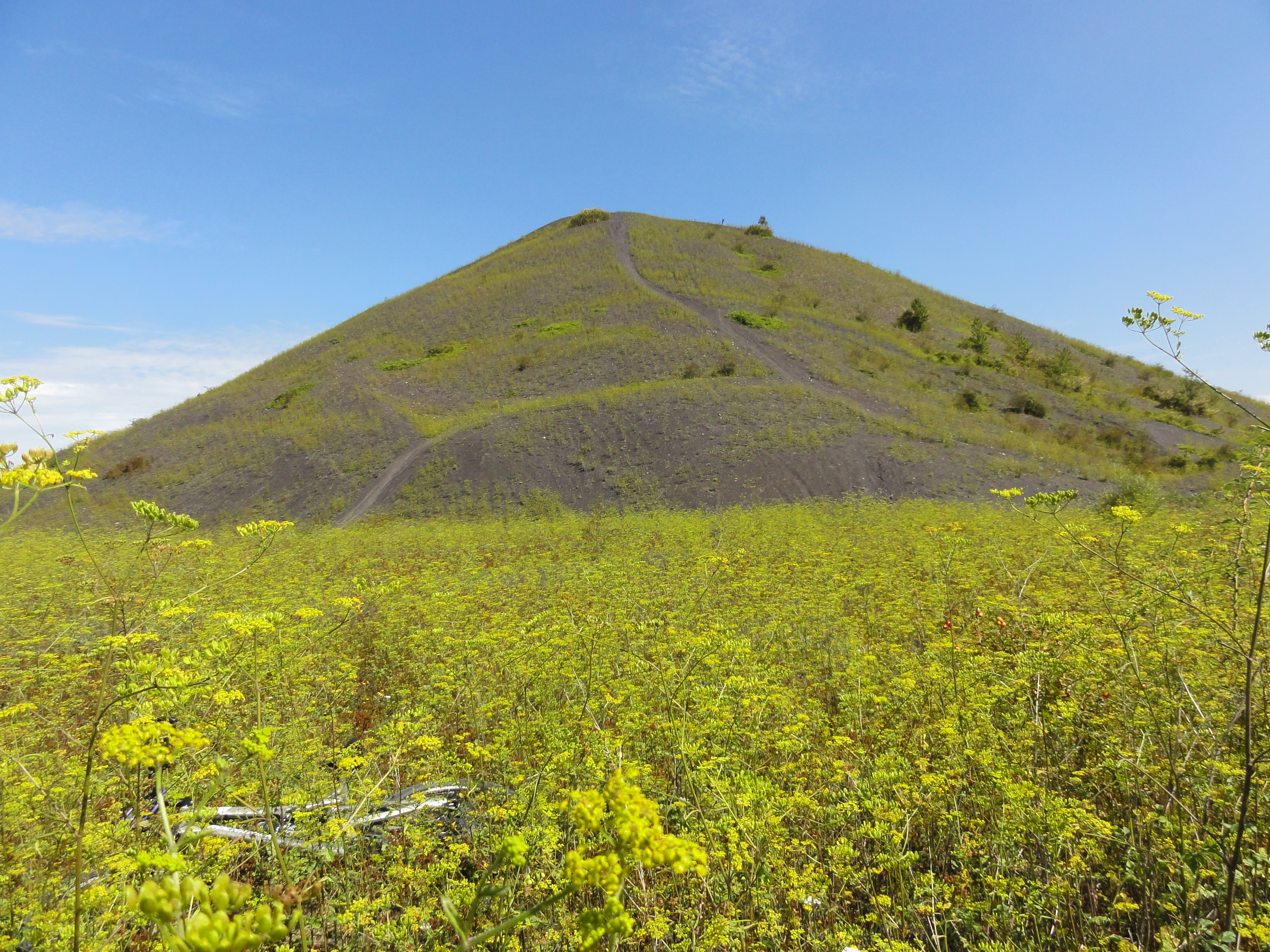
Les terrils nos 2 et 3.
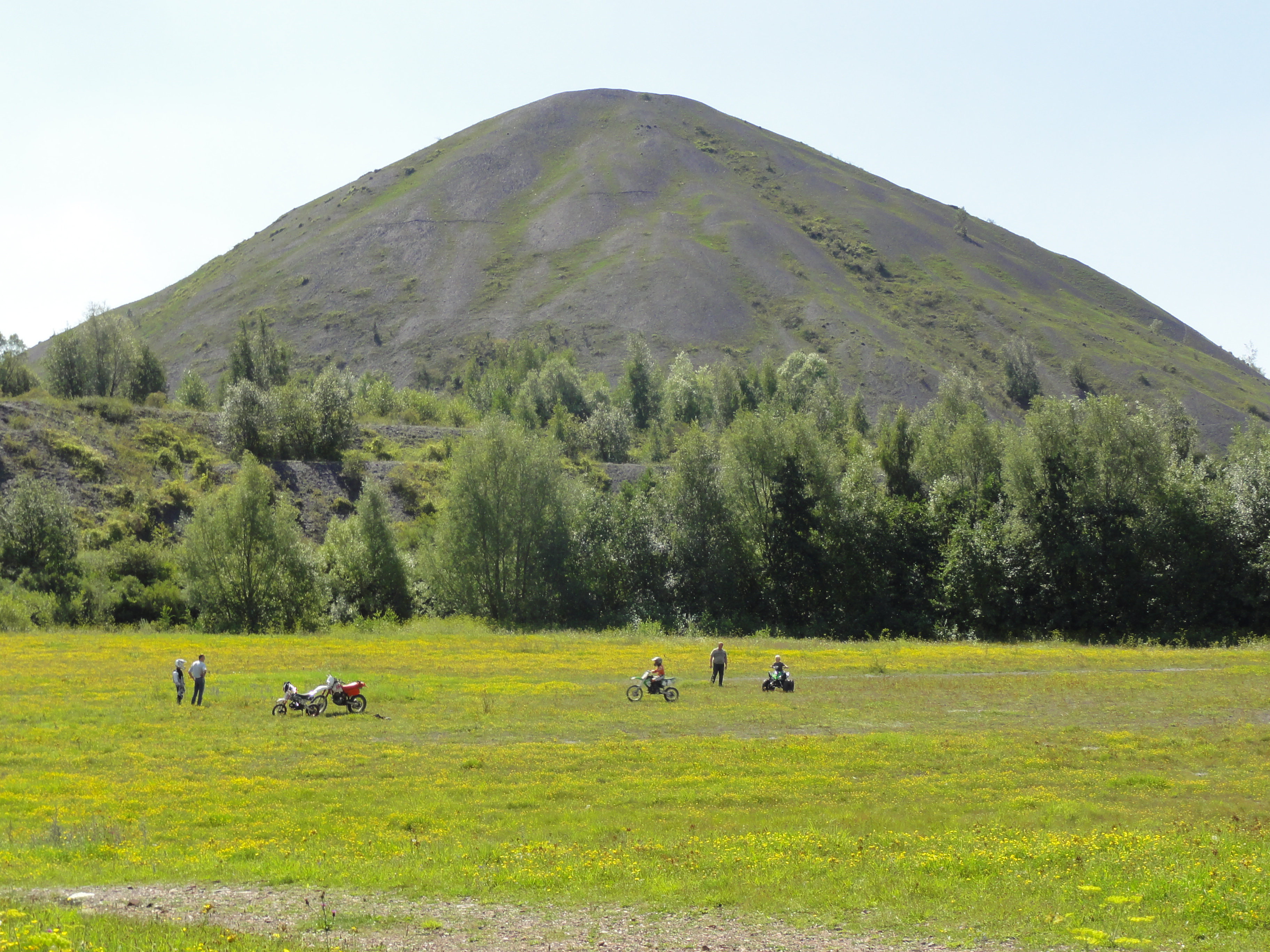
Les terrils nos 2 et 3.
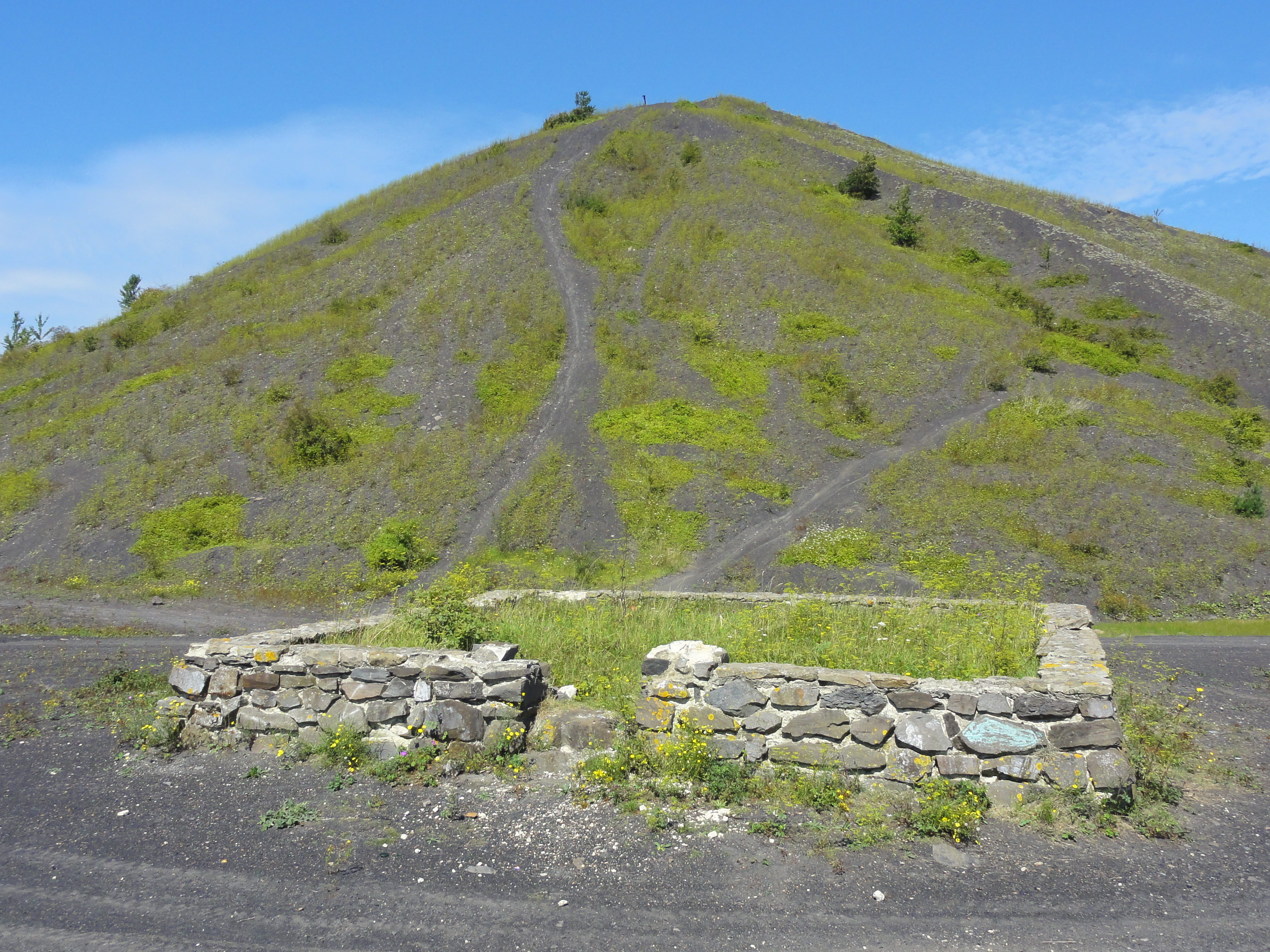
Les terrils nos 2 et 3.
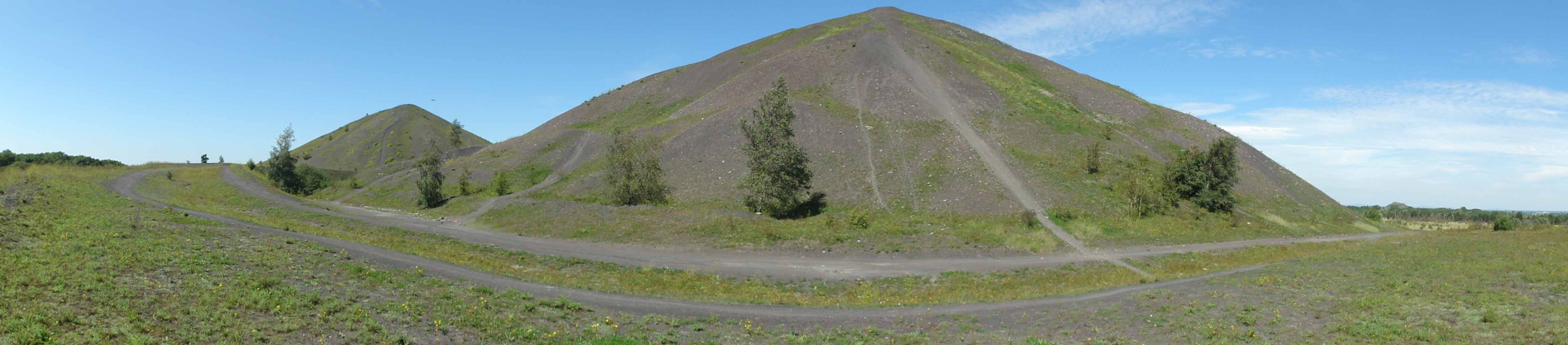
Les terrils nos 2 et 3.

### Siteno101
Le site no 101 est formé par le chevalement de la fosse no 2 des mines de Marles à Marles-les-Mines.

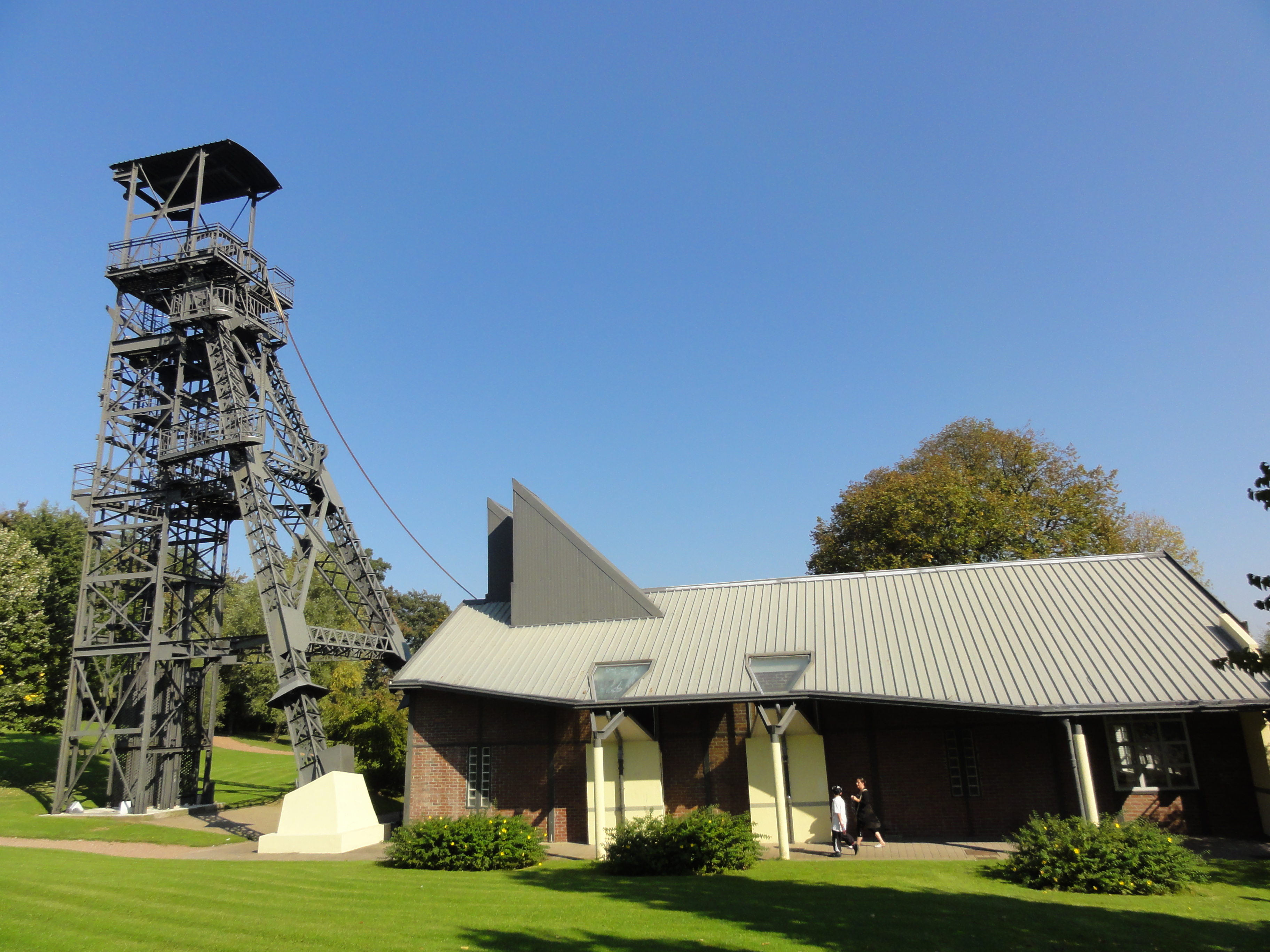
La fosse no 2.
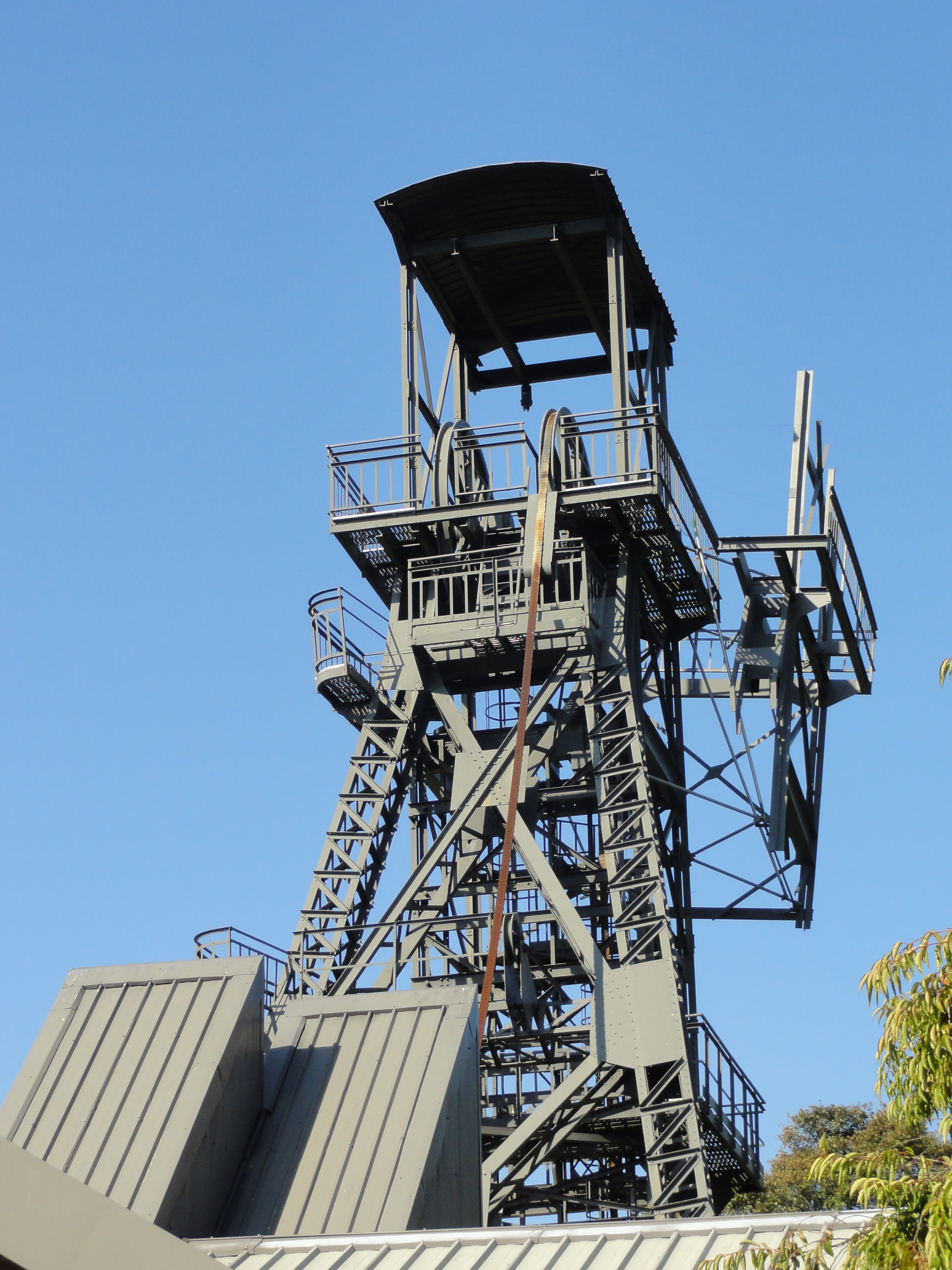
La fosse no 2.
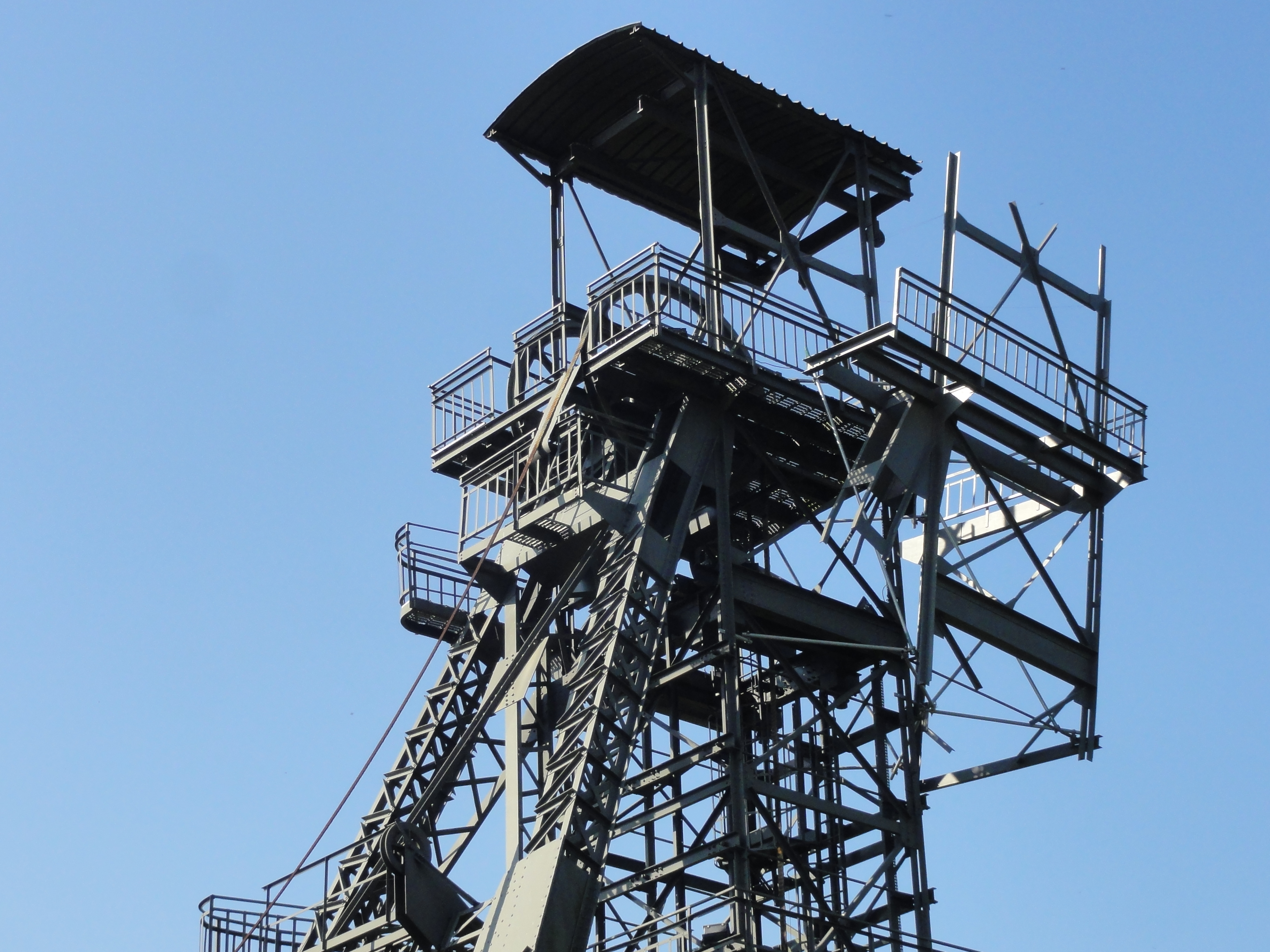
La fosse no 2.
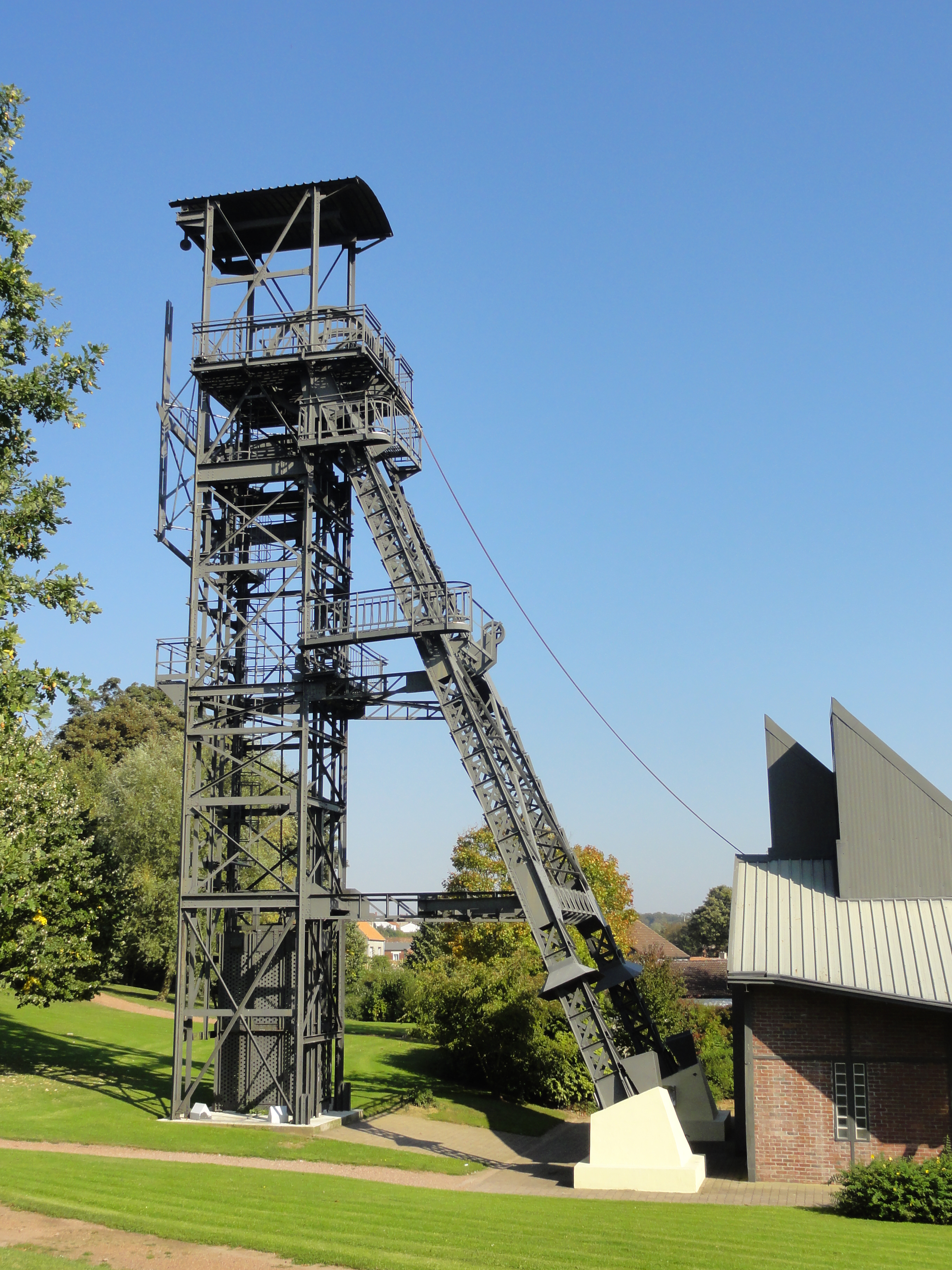
La fosse no 2.
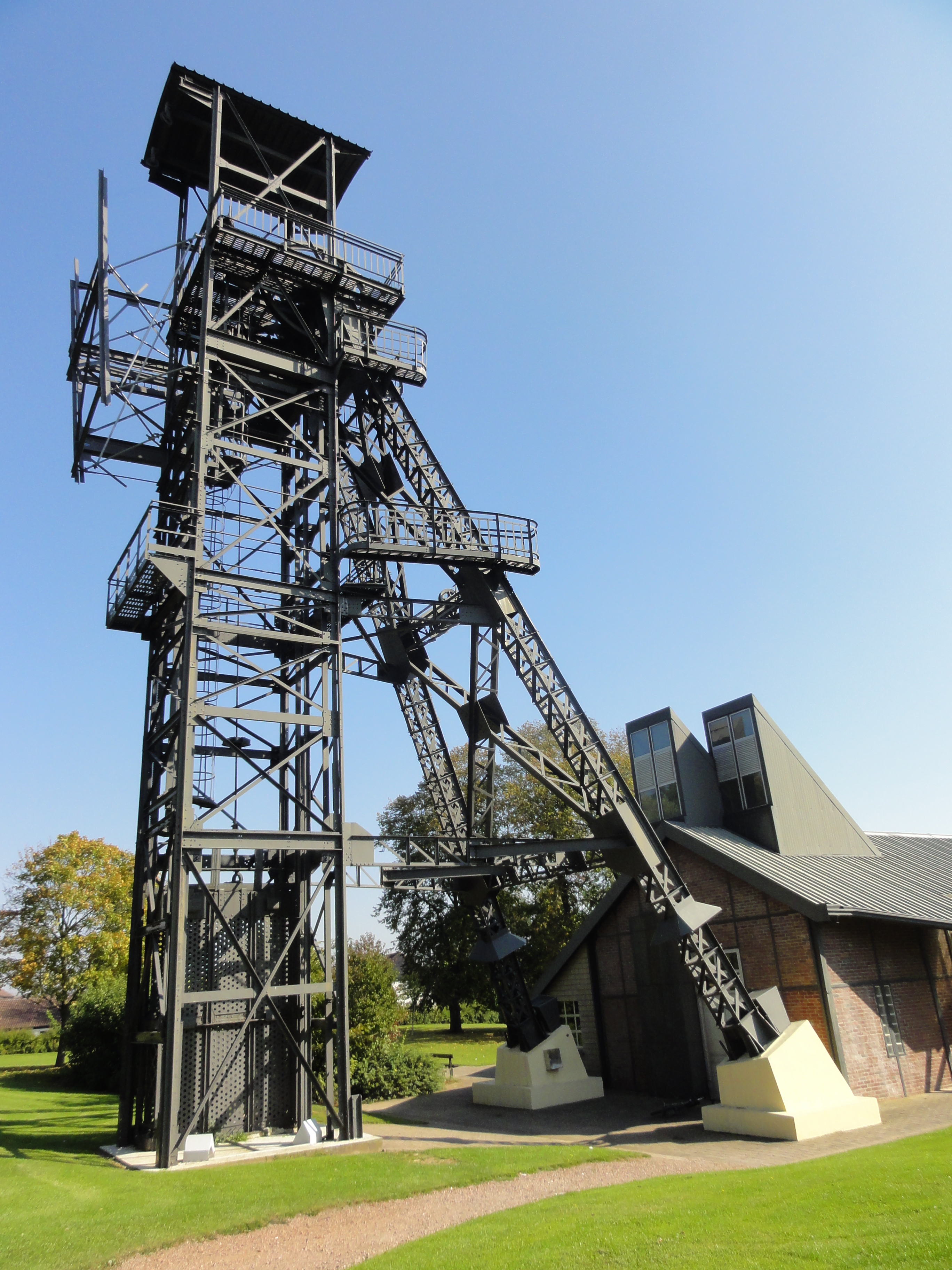
La fosse no 2.
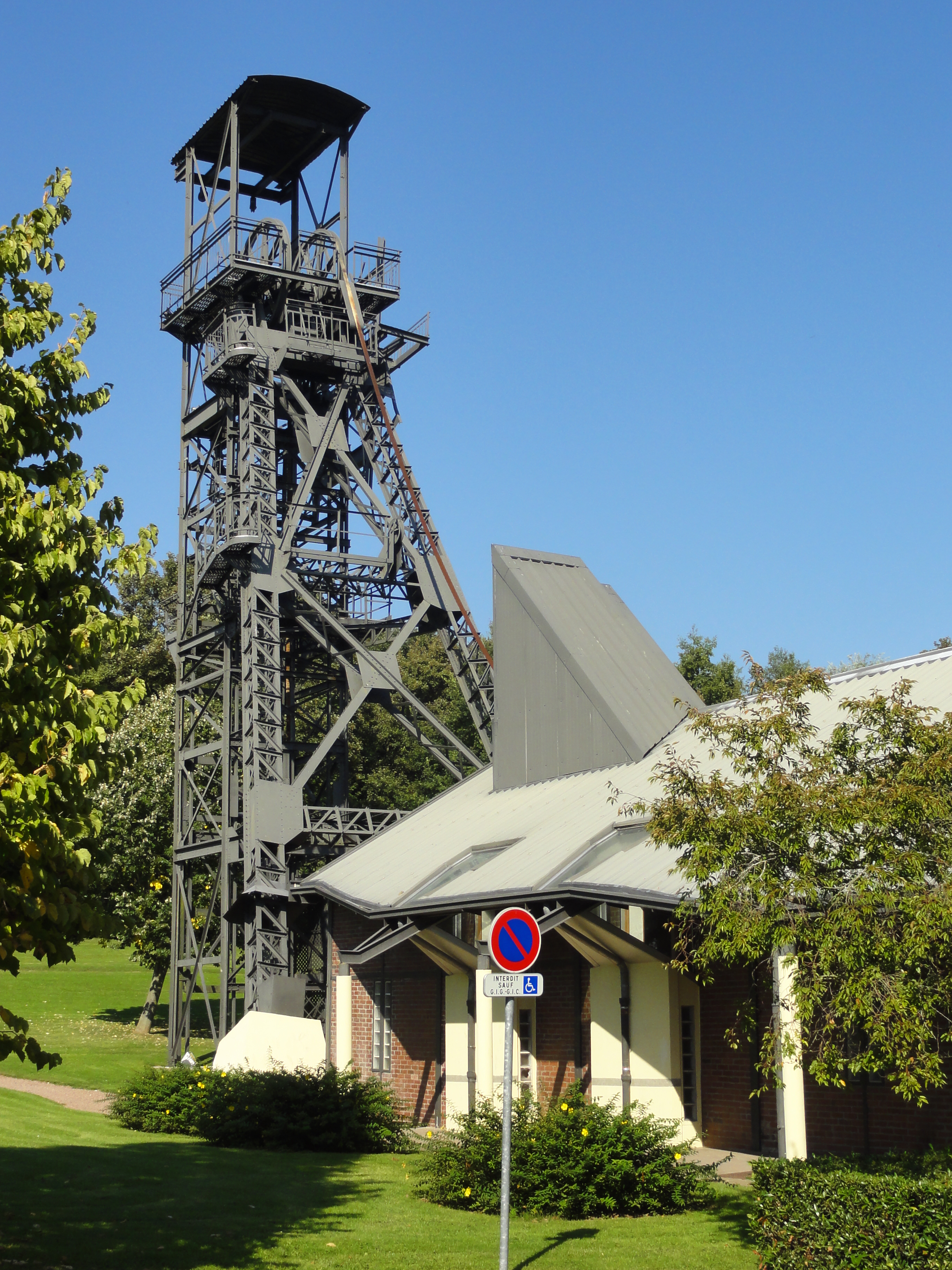
La fosse no 2.

### Siteno102
Le site no 102 est formé par le terril conique no 14, 5 d'Auchel, issu de l'exploitation de la fosse no 5 - 5 bis - 5 ter des mines de Marles à Auchel.

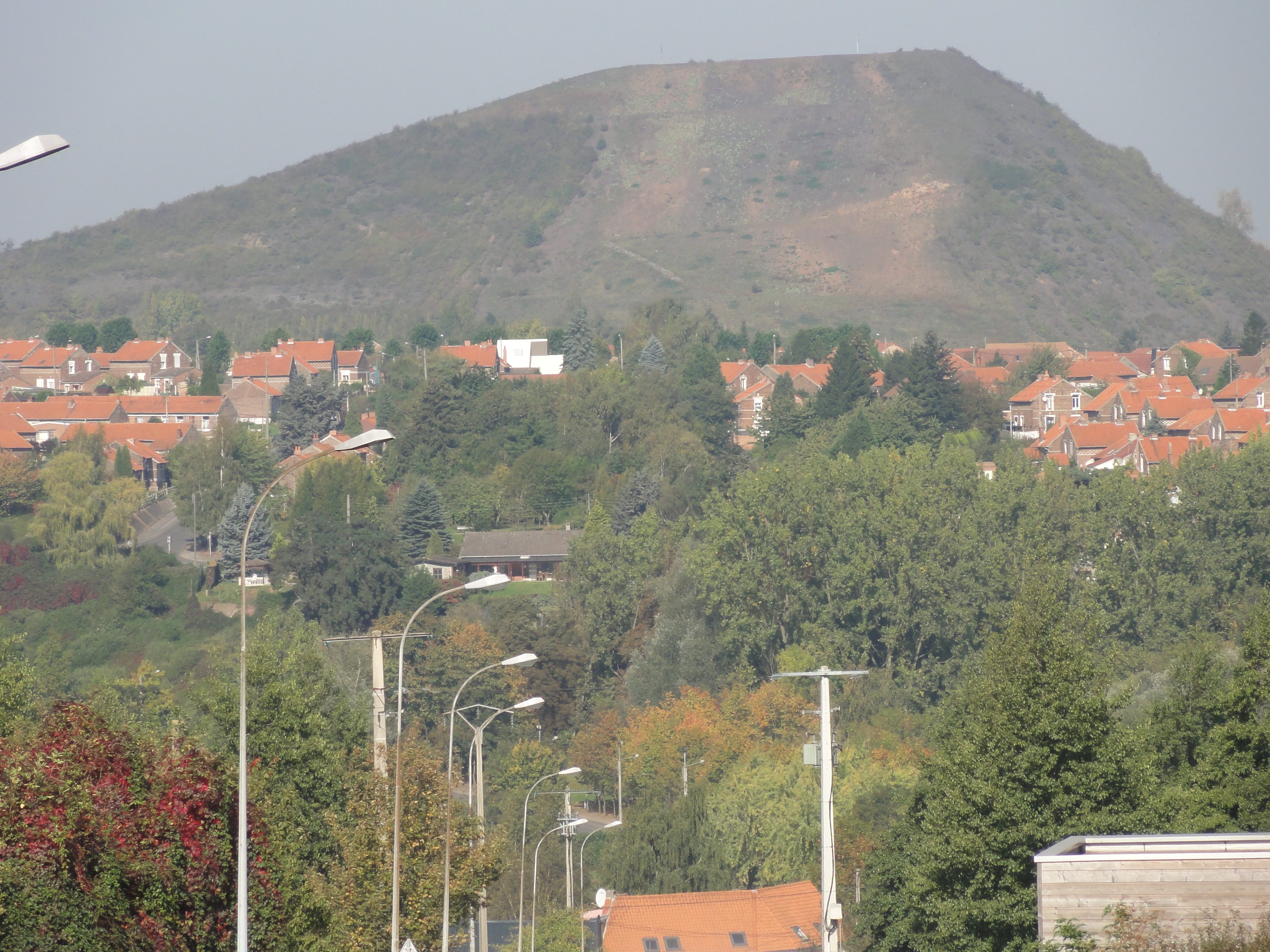
Le terril no 14.
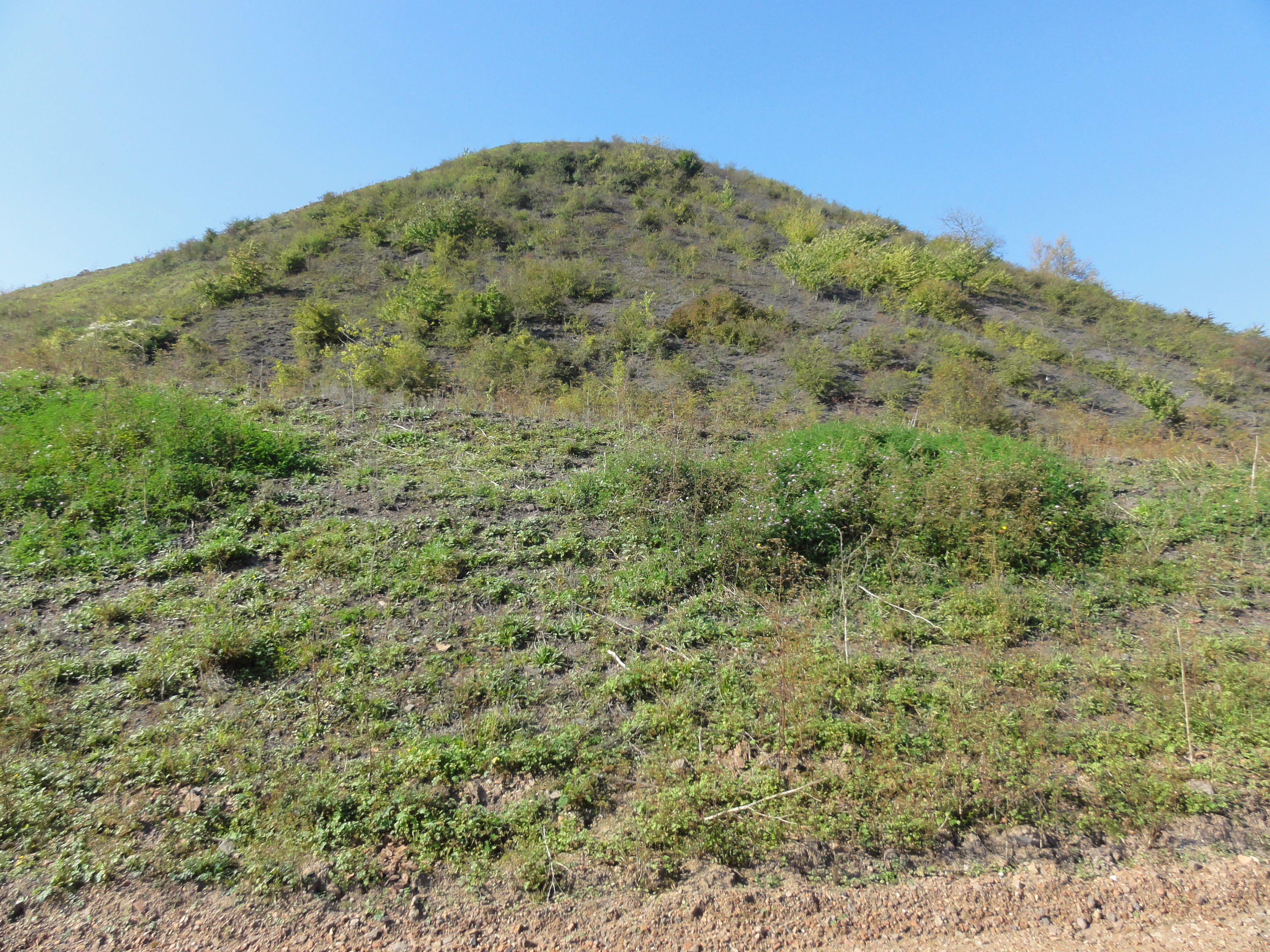
Le terril no 14.
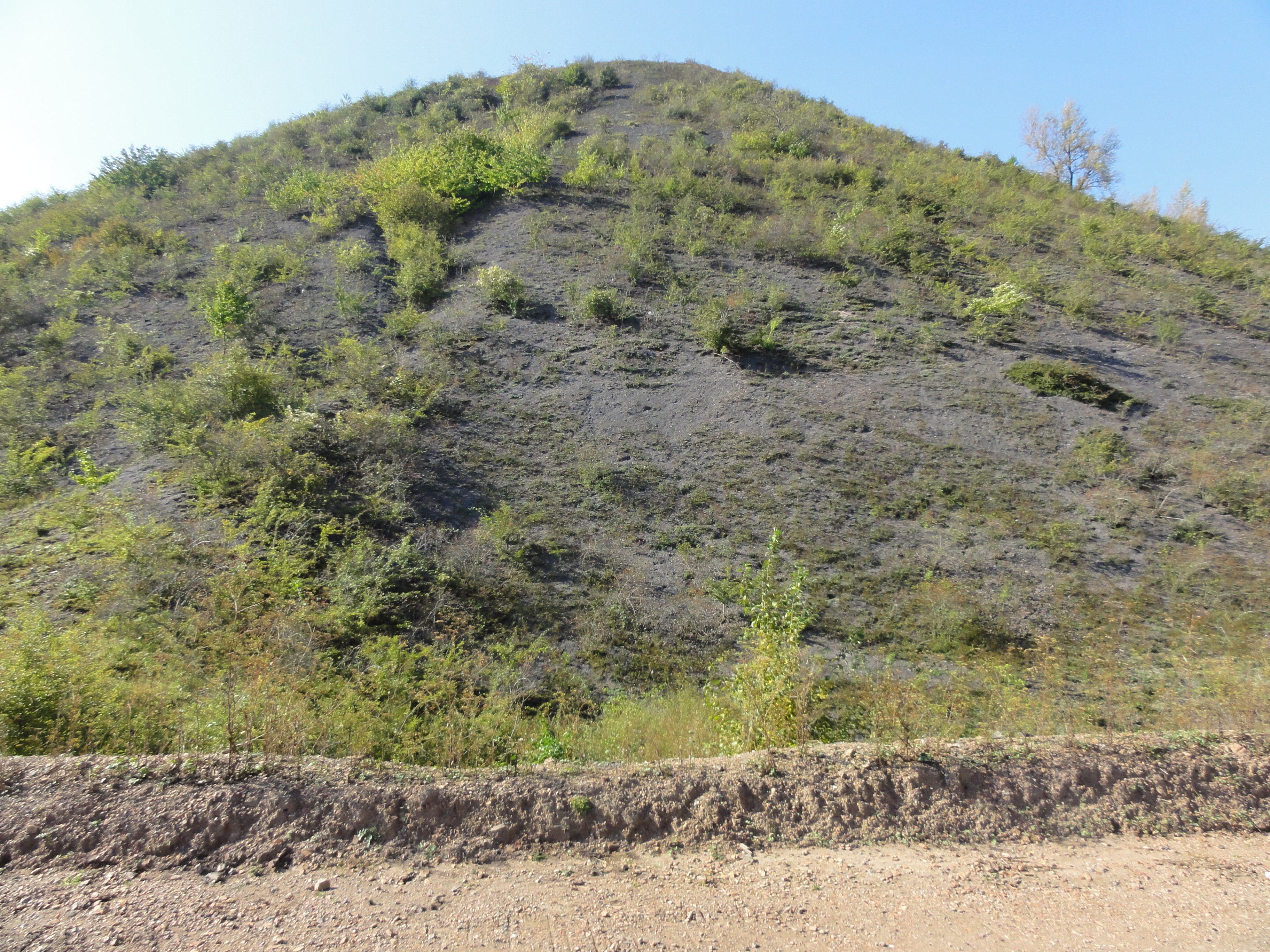
Le terril no 14.
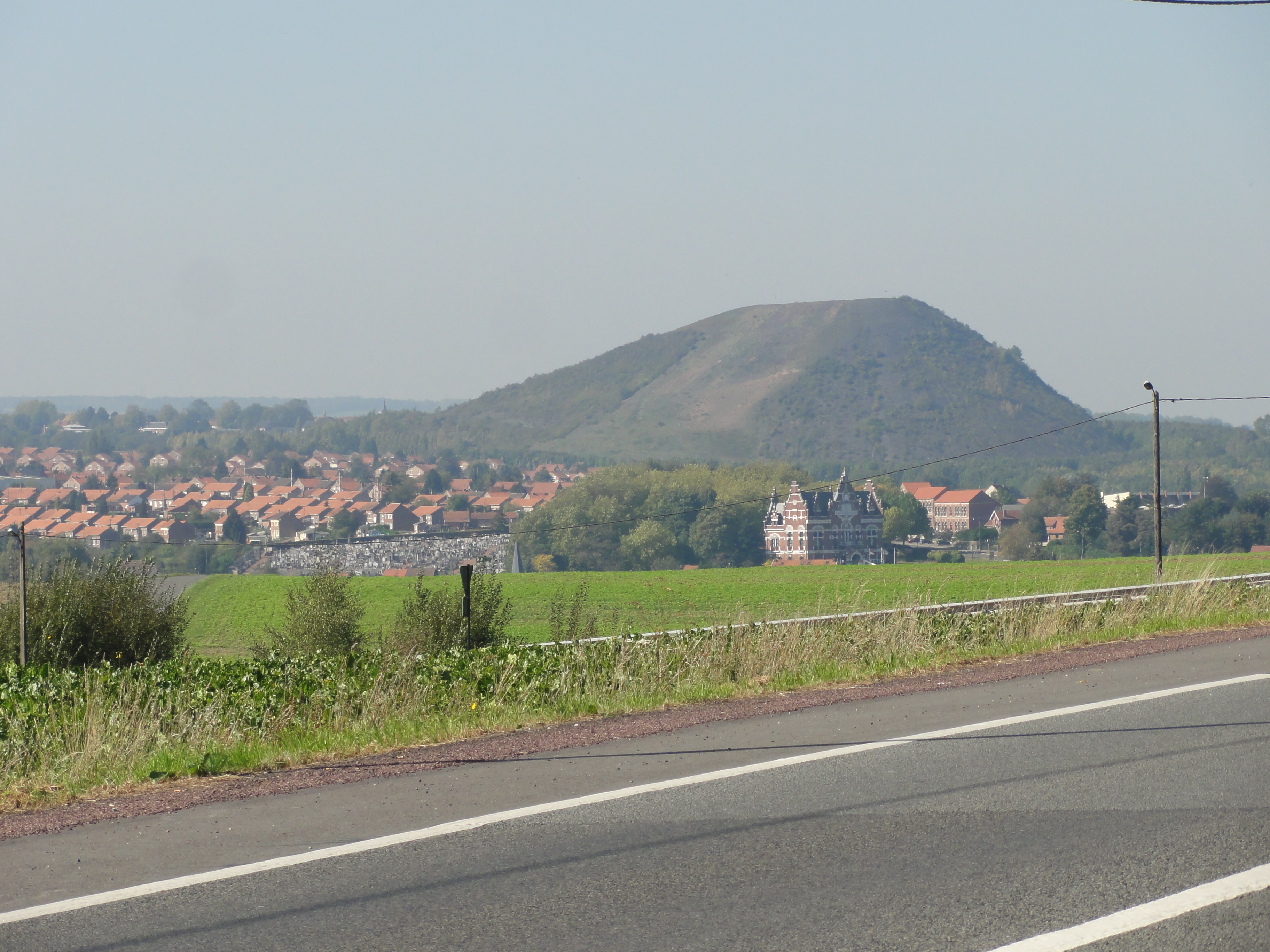
Le terril no 14.

### Siteno103
Le site no 103 est formé par la goutte de lait bâtie par la Compagnie des mines de Marles à Auchel près de la fosse no 5 - 5 bis - 5 ter.

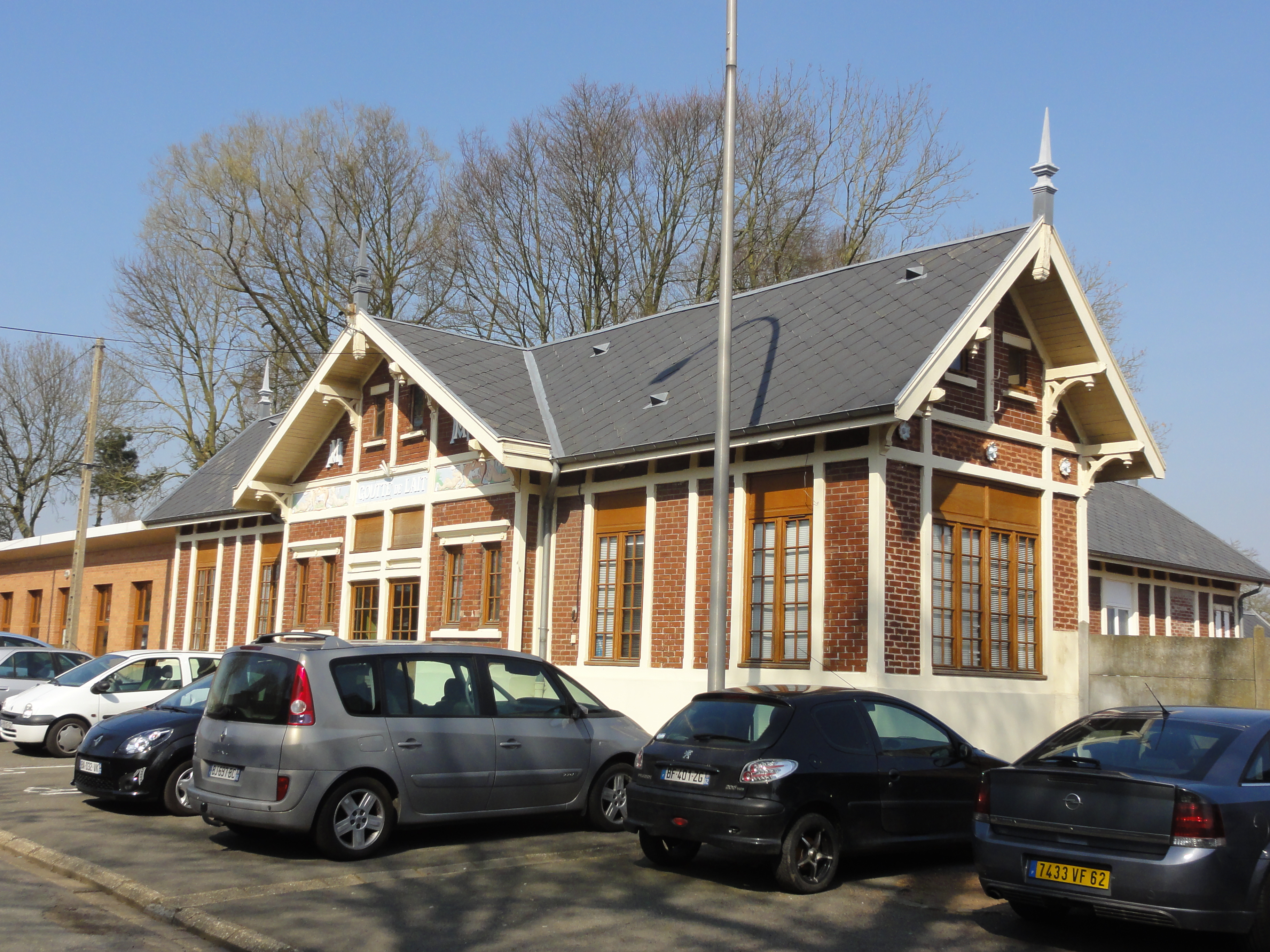
La goutte de lait.
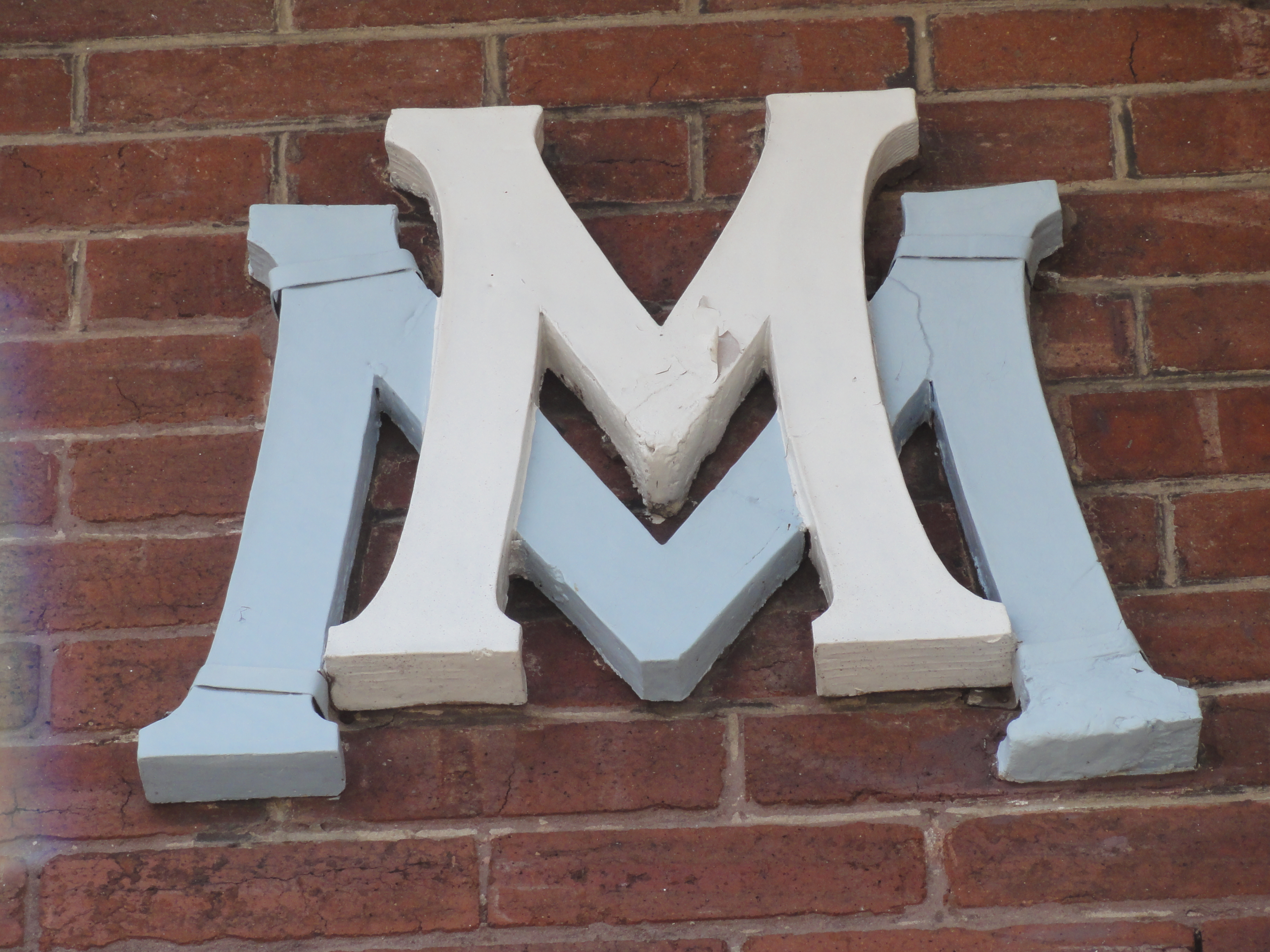
La goutte de lait.
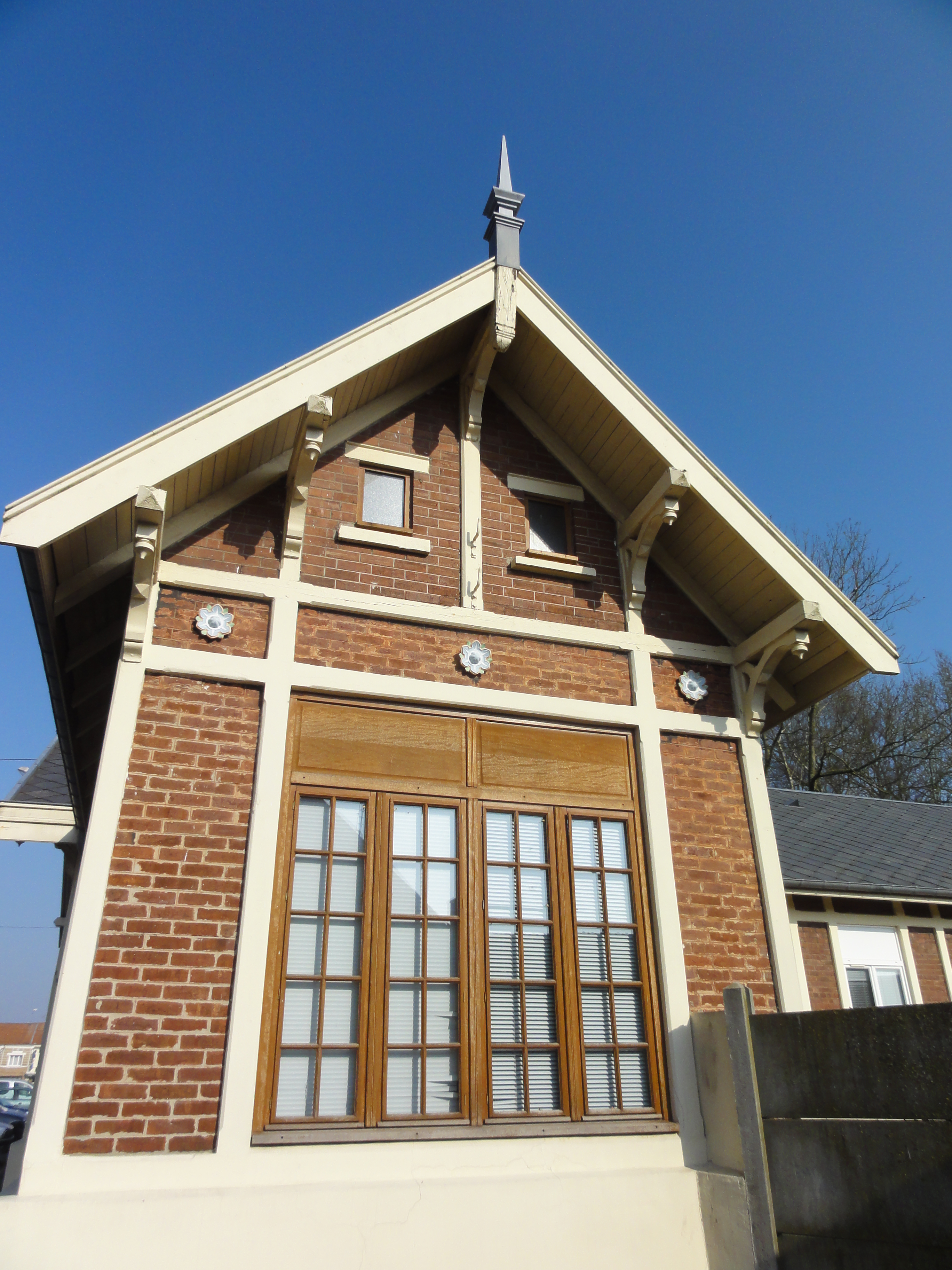
La goutte de lait.
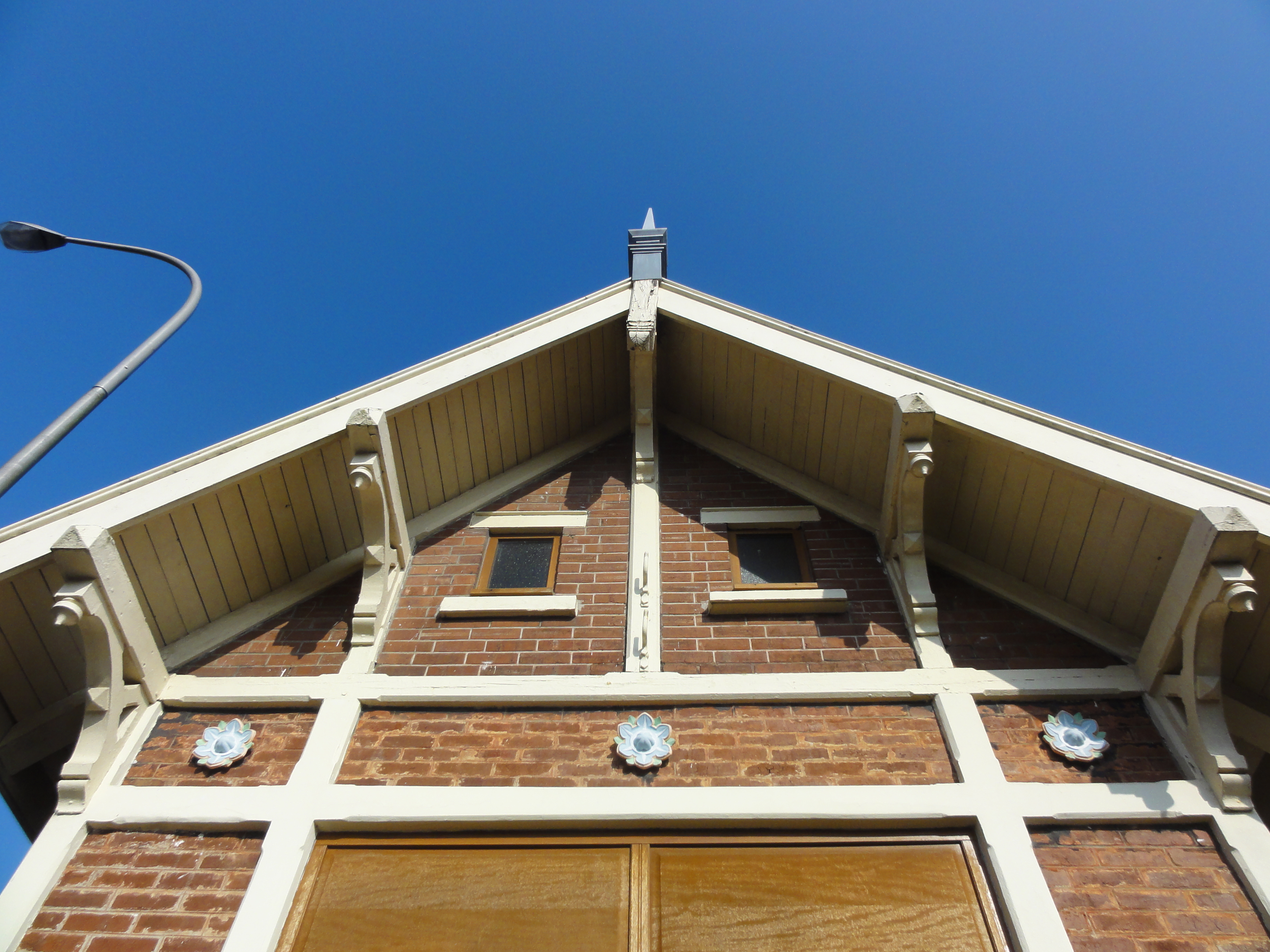
La goutte de lait.
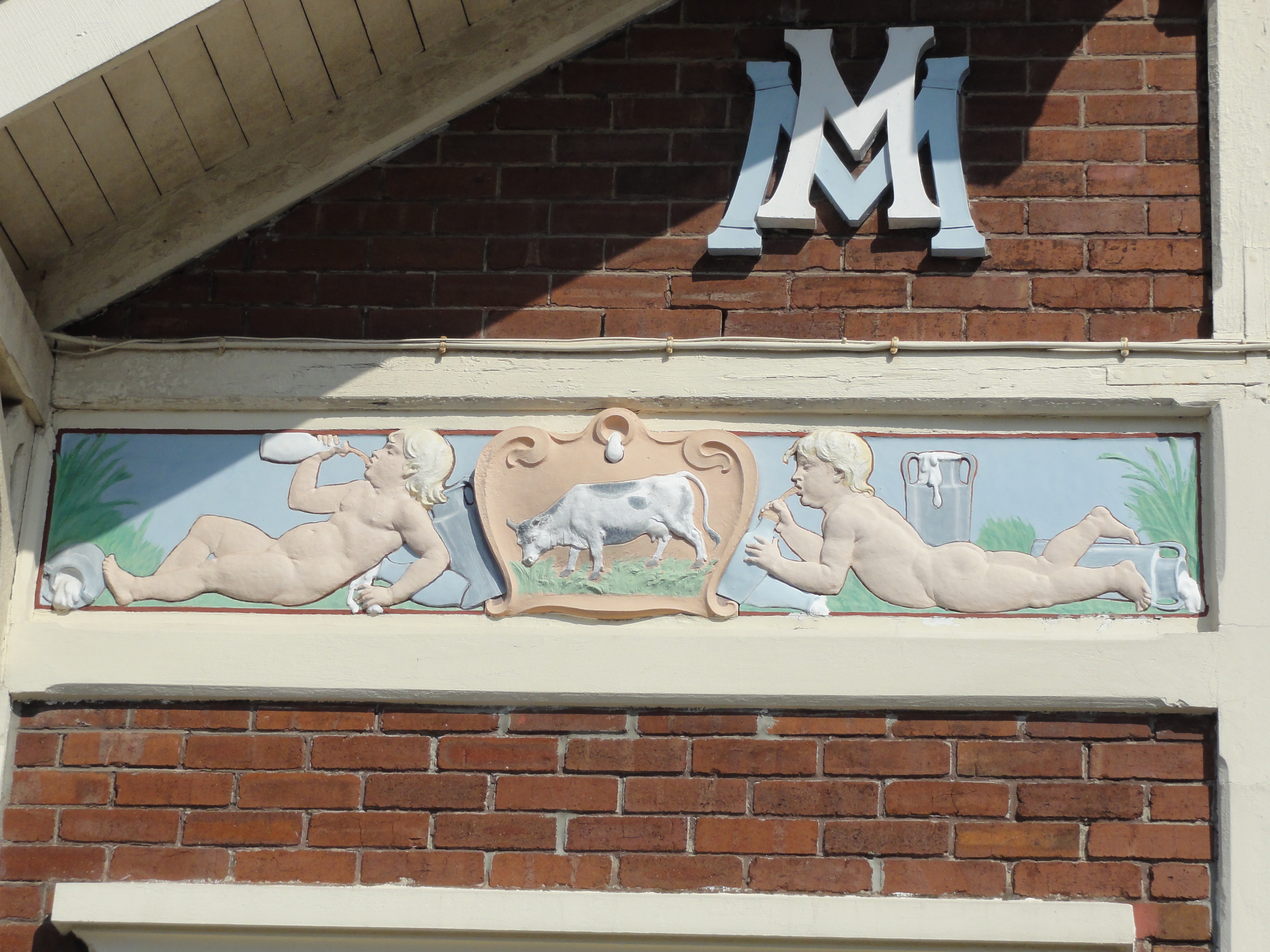
La goutte de lait.

### Siteno104
Le site no 104 est formé par le monument aux morts de la Compagnie des mines de Marles à Auchel .Il est érigé en 1926 et est l'œuvre du sculpteur Félix-Alexandre Desruelles.Il est composé de deux groupes :
-le premier groupe représente l'Humanité en deuil
-le second groupe représente la paix retrouvée.

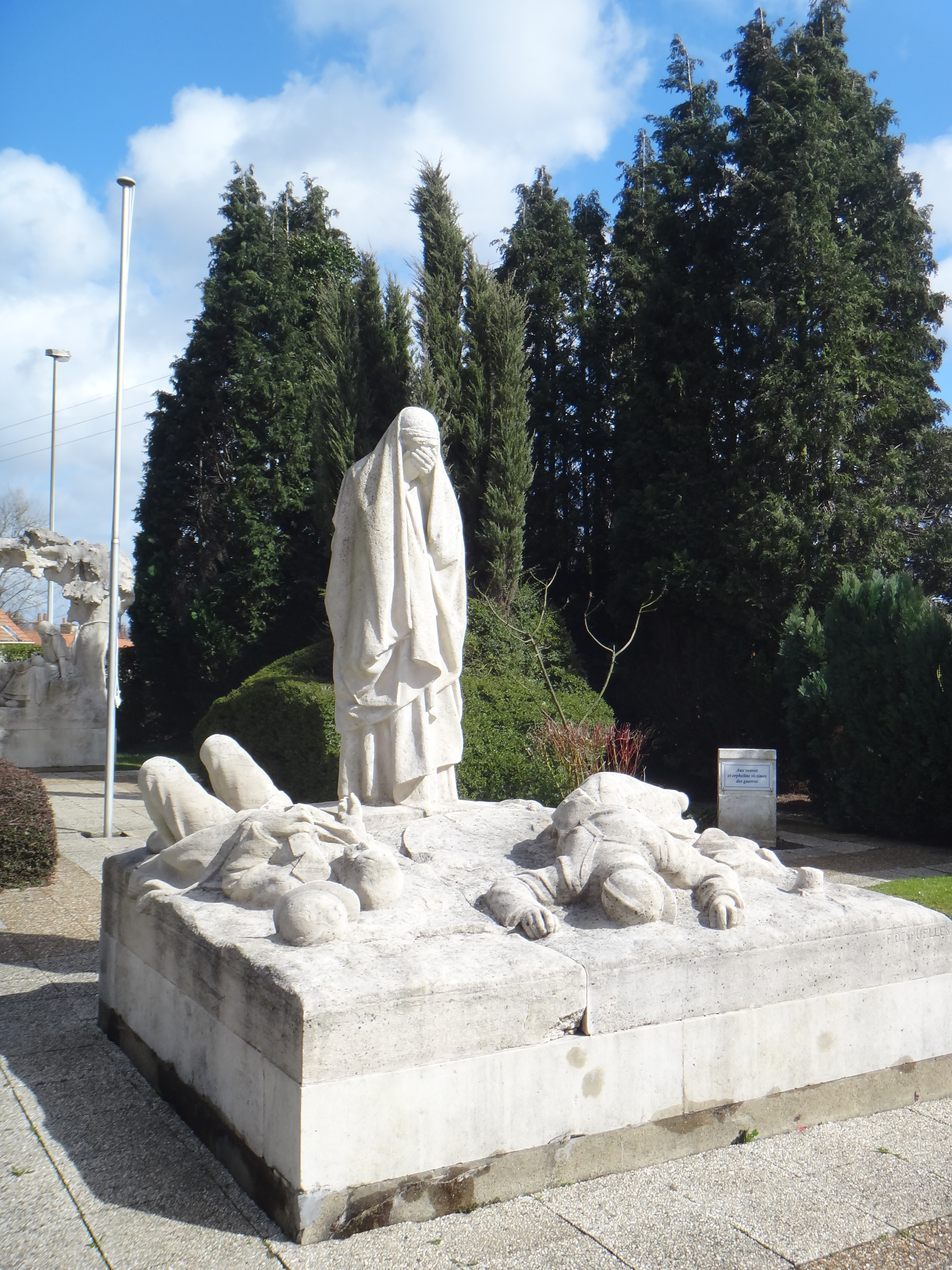
L'humanité se couvrant les yeux.
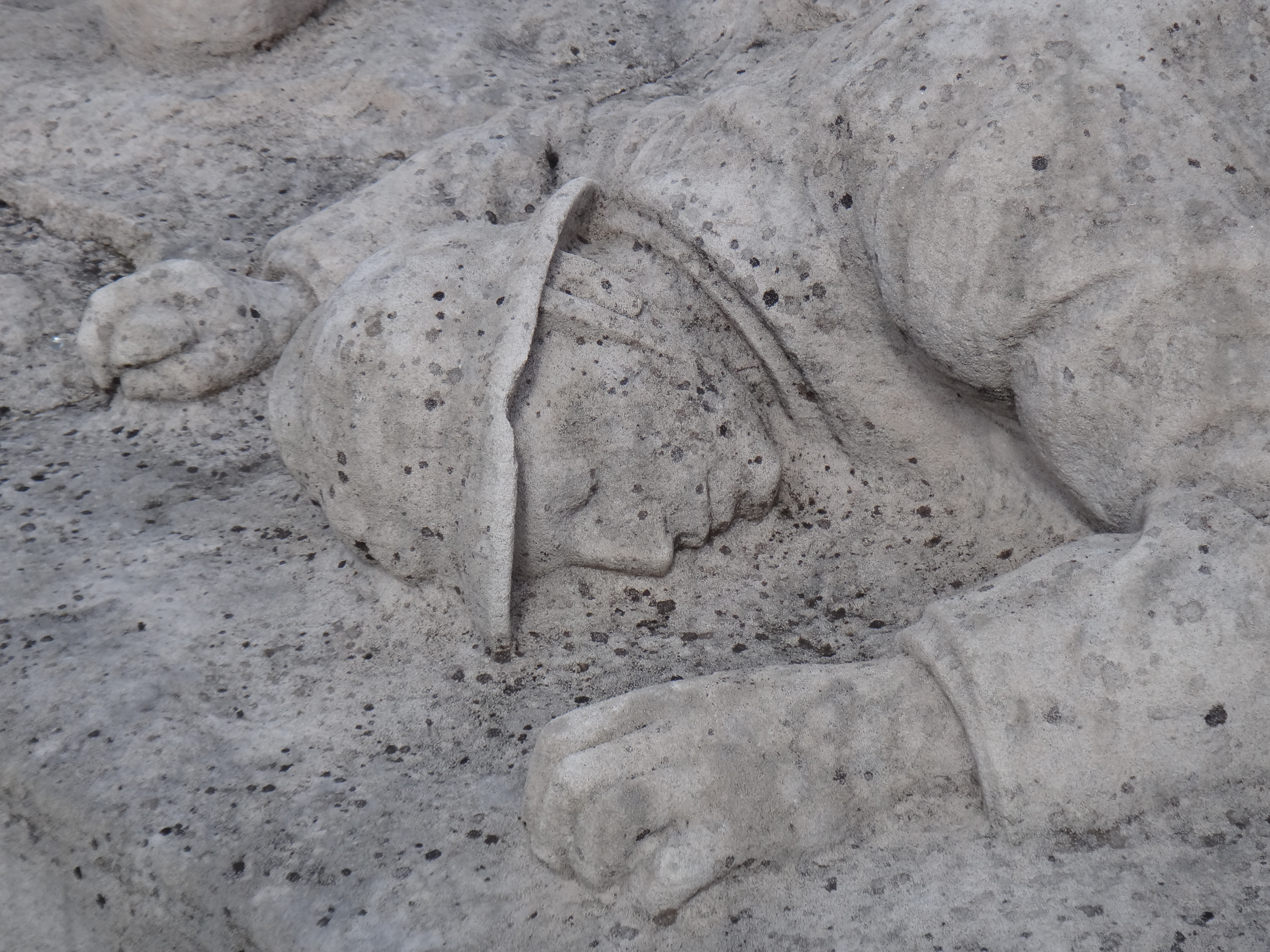
Soldats tombés sur champs de bataille.
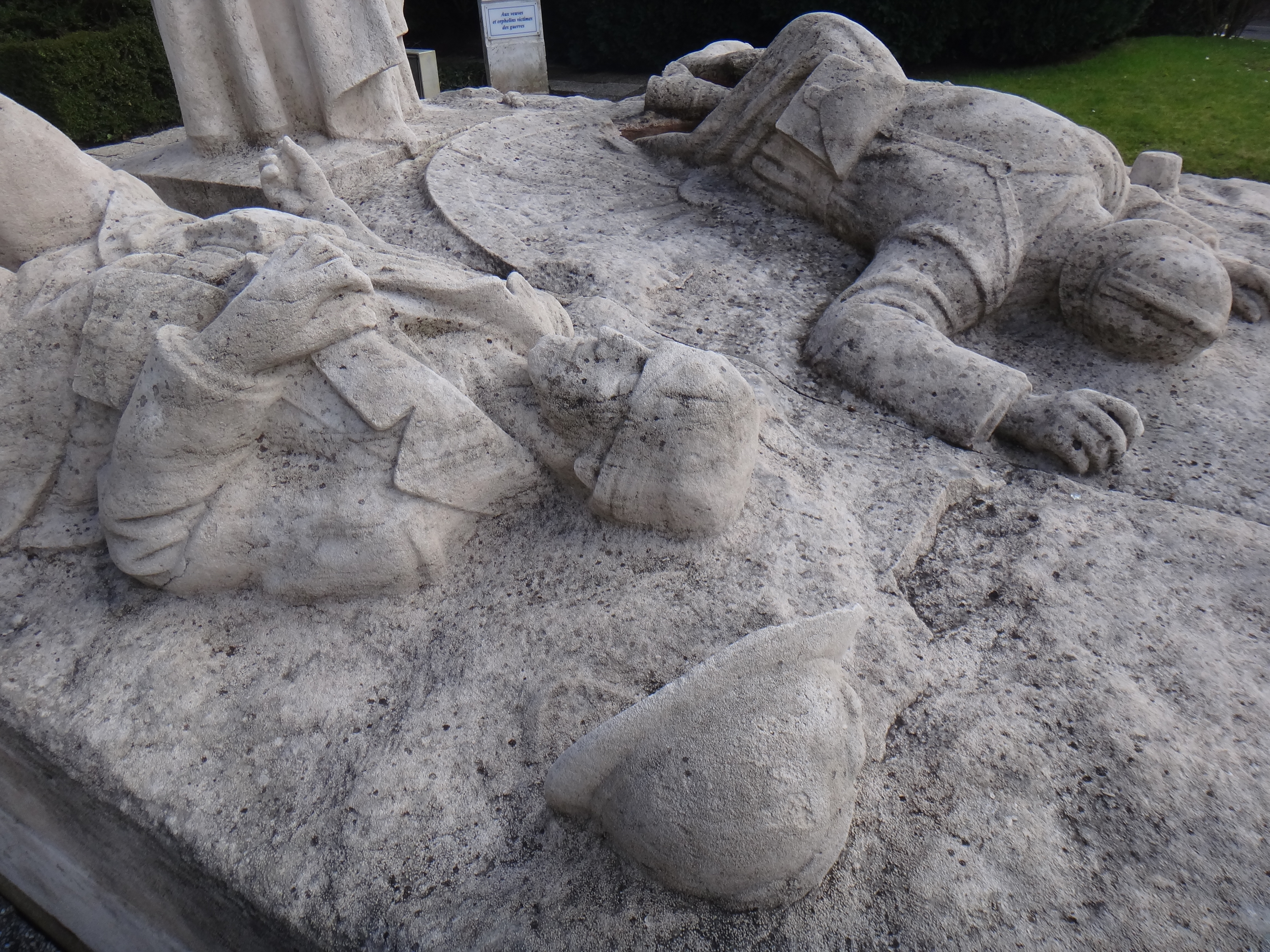
Soldats tombés sur champs de bataille.
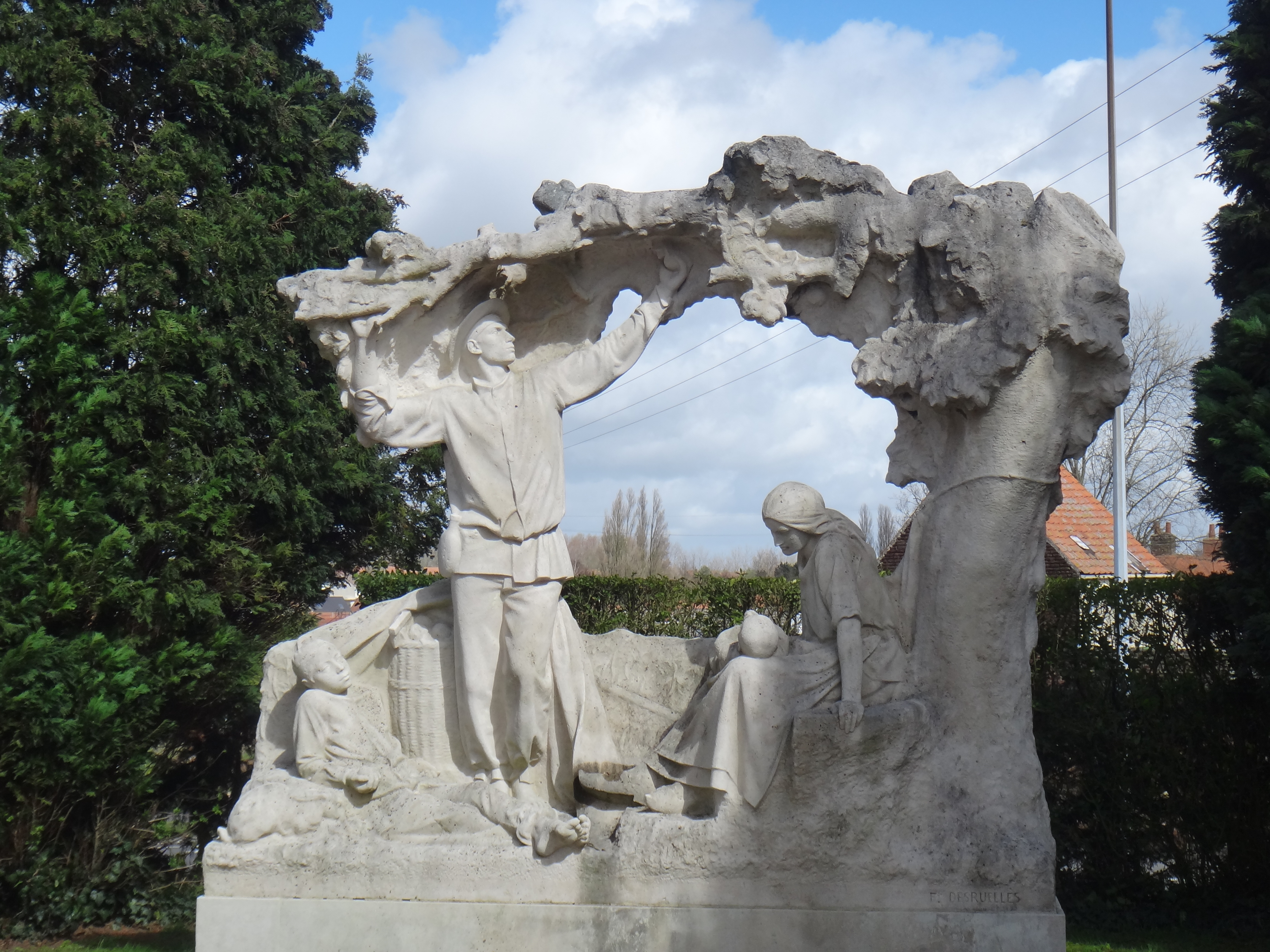
La paix au pays noir.
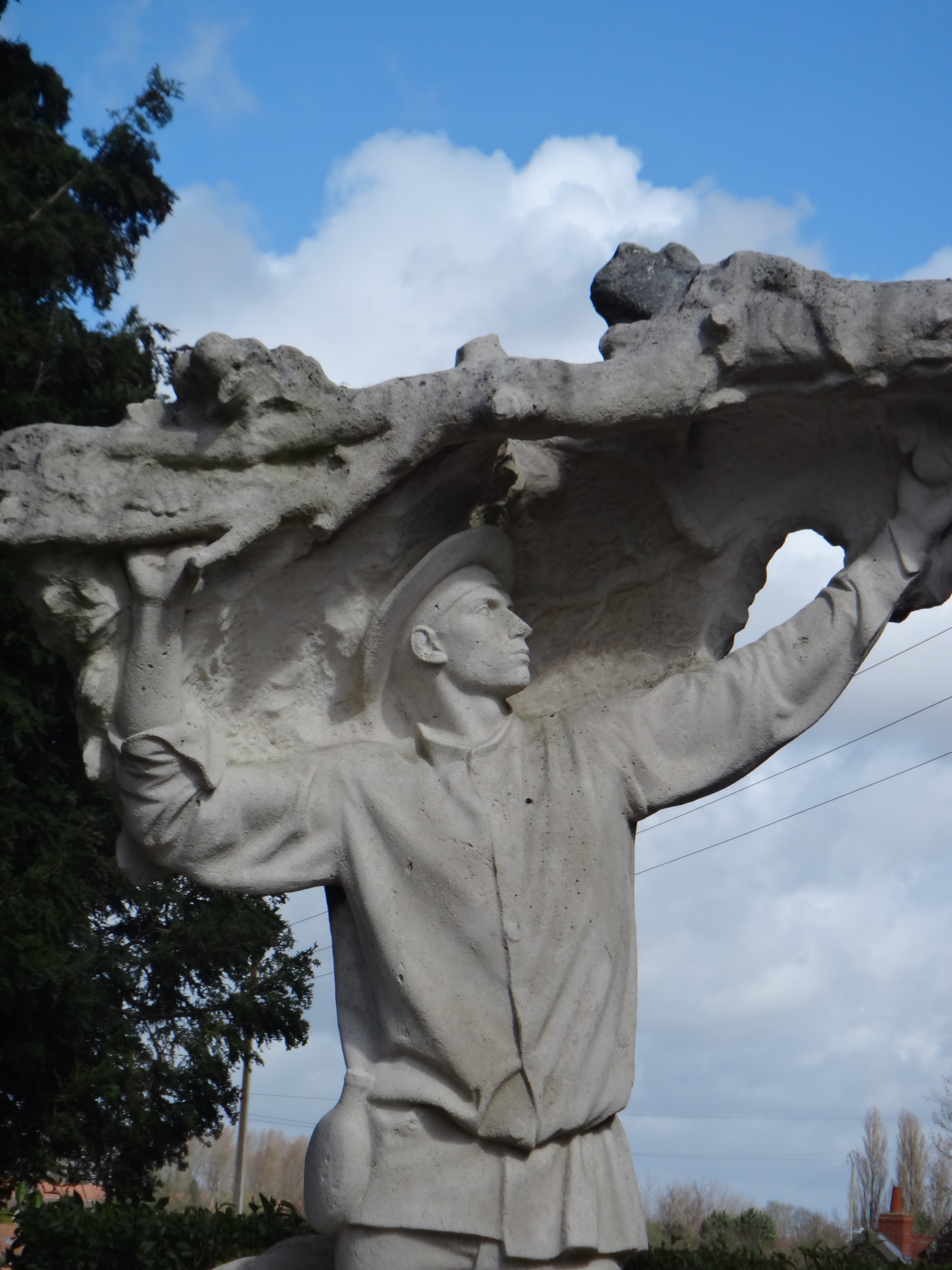
La paix au pays noir.
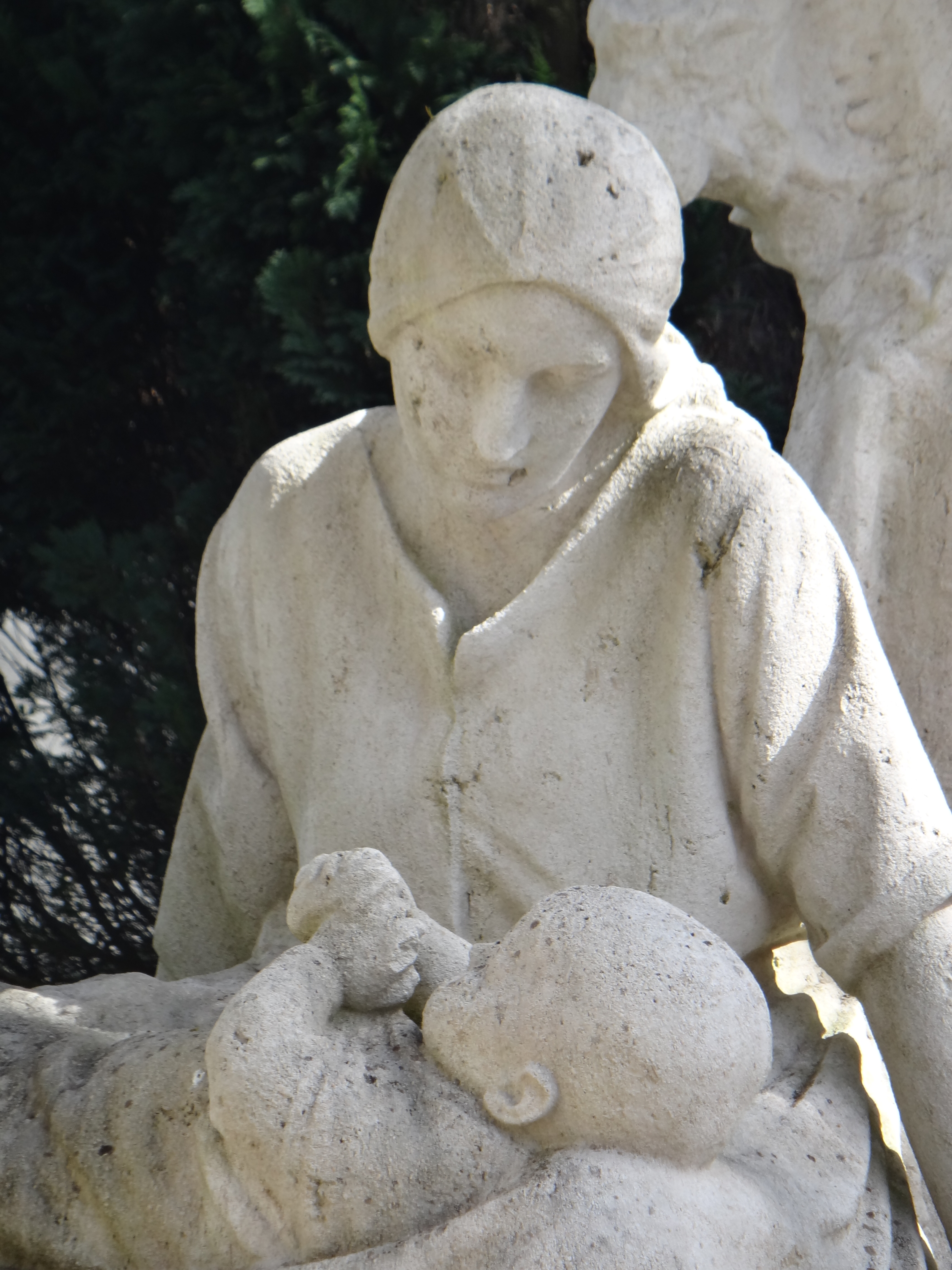
La paix au pays noir.
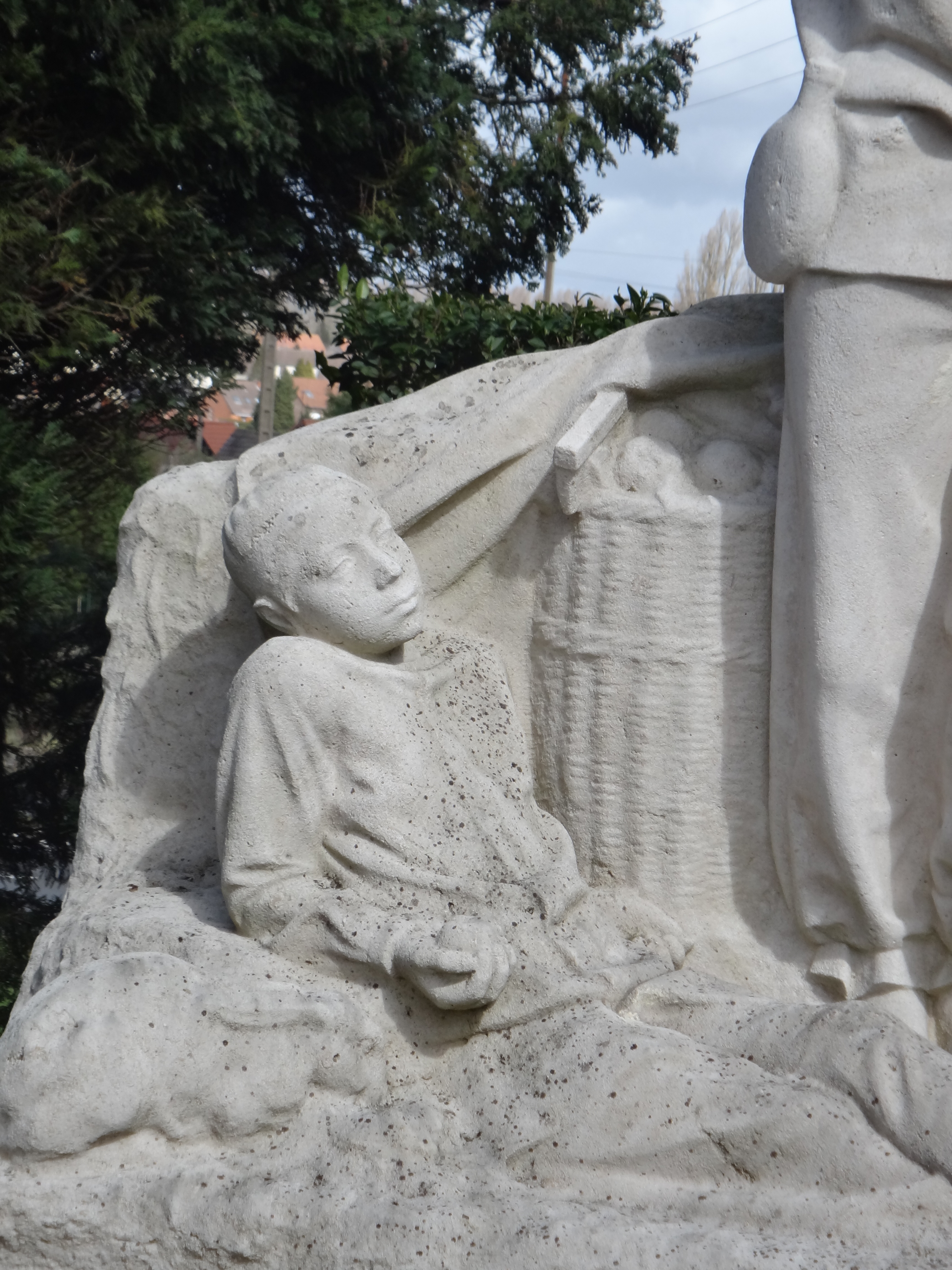
La paix au pays noir.

### Siteno105
Le site no 105 est constitué de la cité de corons de Rimbert à Auchel, et de son école. Ces éléments ont été bâtis pour la fosse no 4 - 4 bis des mines de Marles.

### Siteno106
Le site no 106 est formé par le terril conique no 34, 3 de Ligny, issu de l'exploitation à Ligny-lès-Aire de la fosse no 3 des mines de Ligny-lès-Aire.

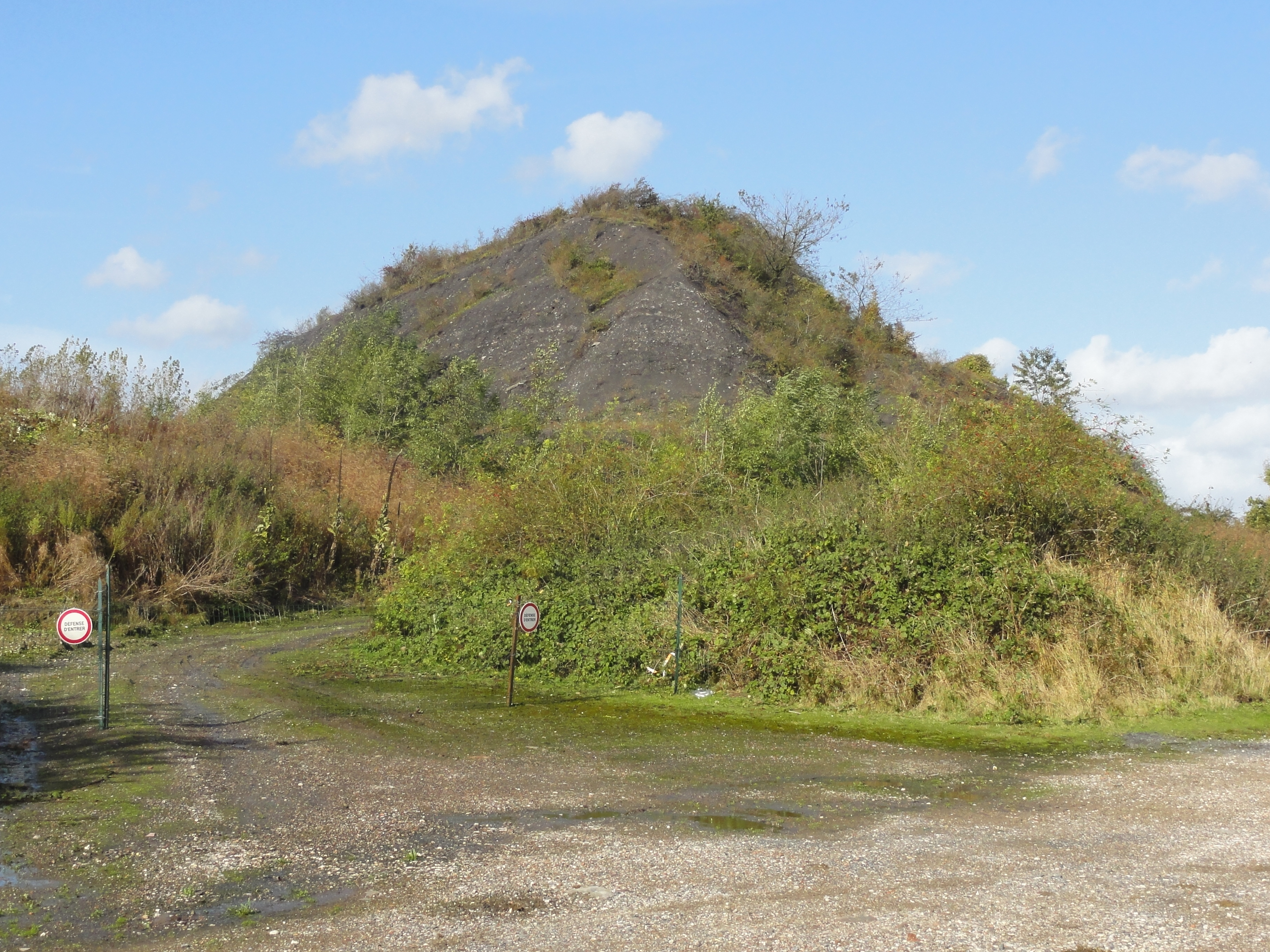
Le terril no 34.
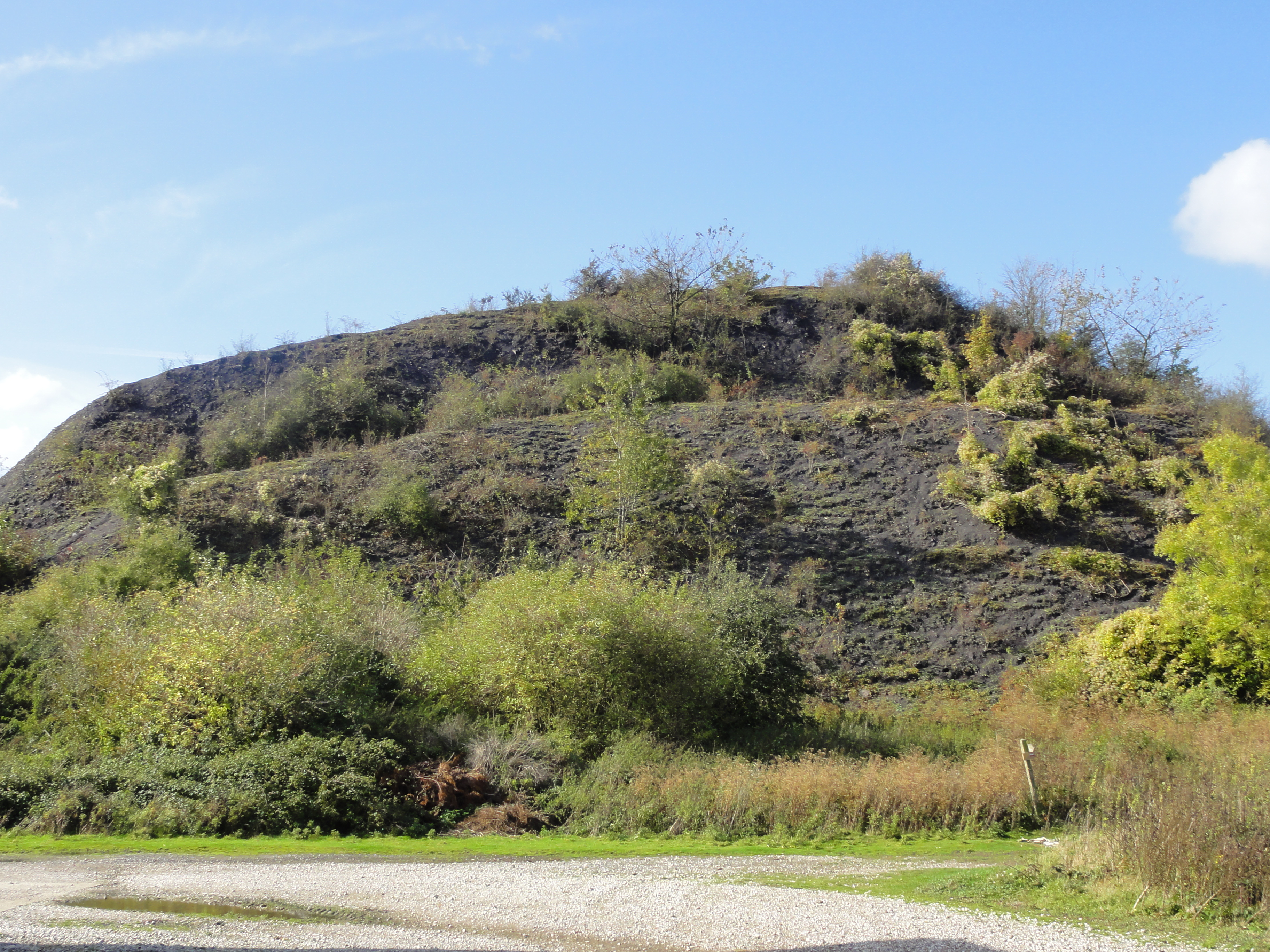
Le terril no 34.
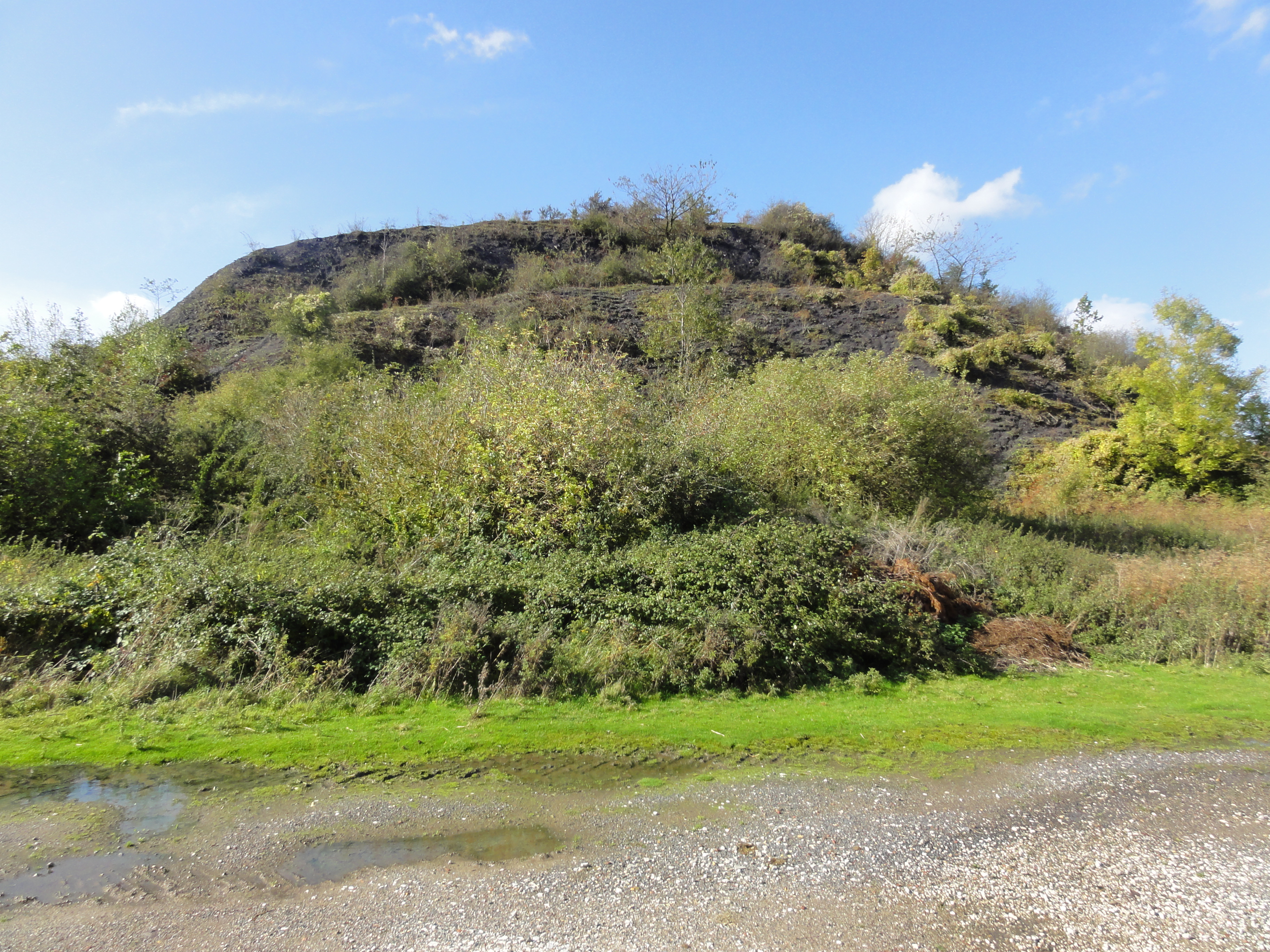
Le terril no 34.
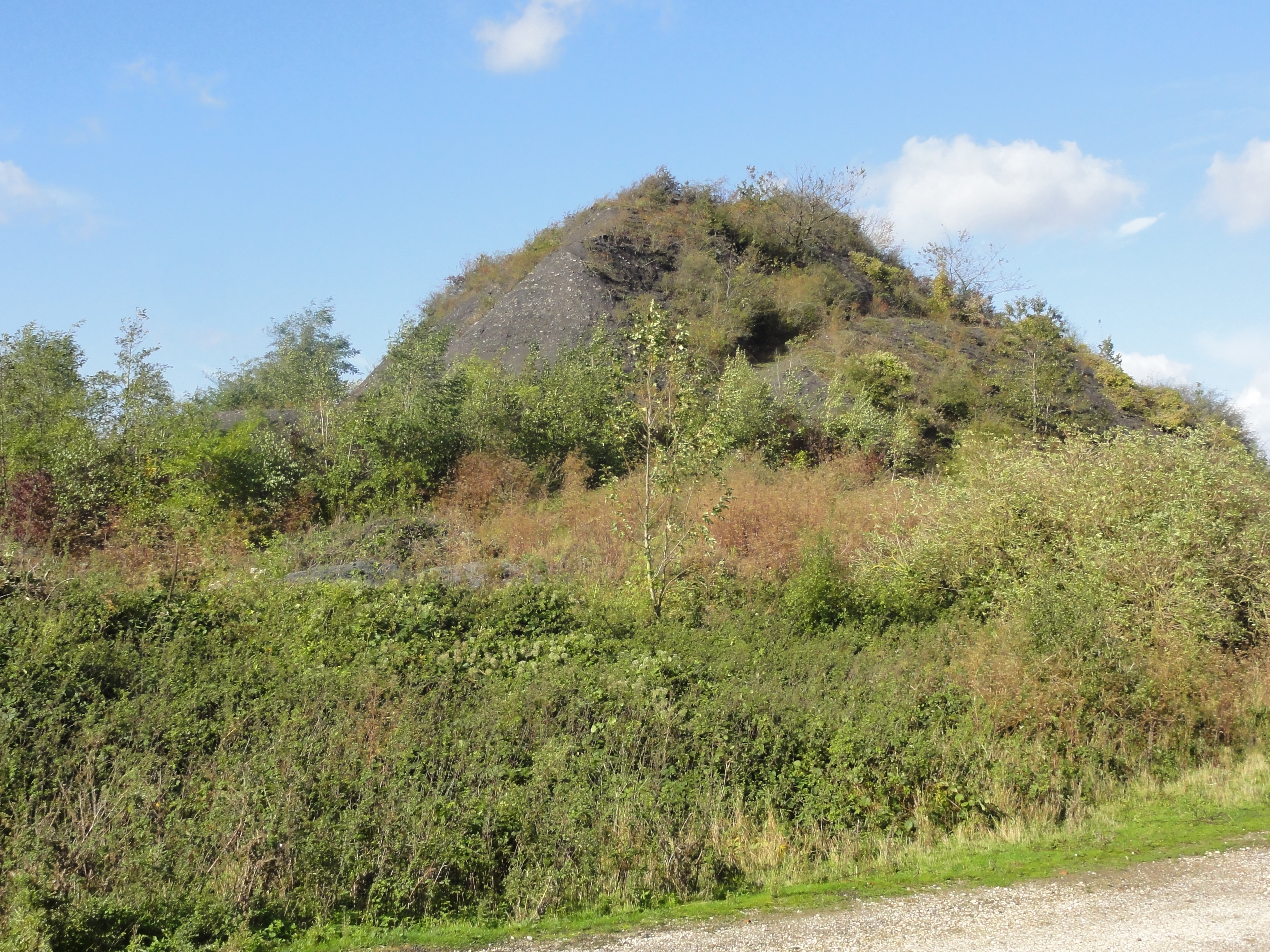
Le terril no 34.
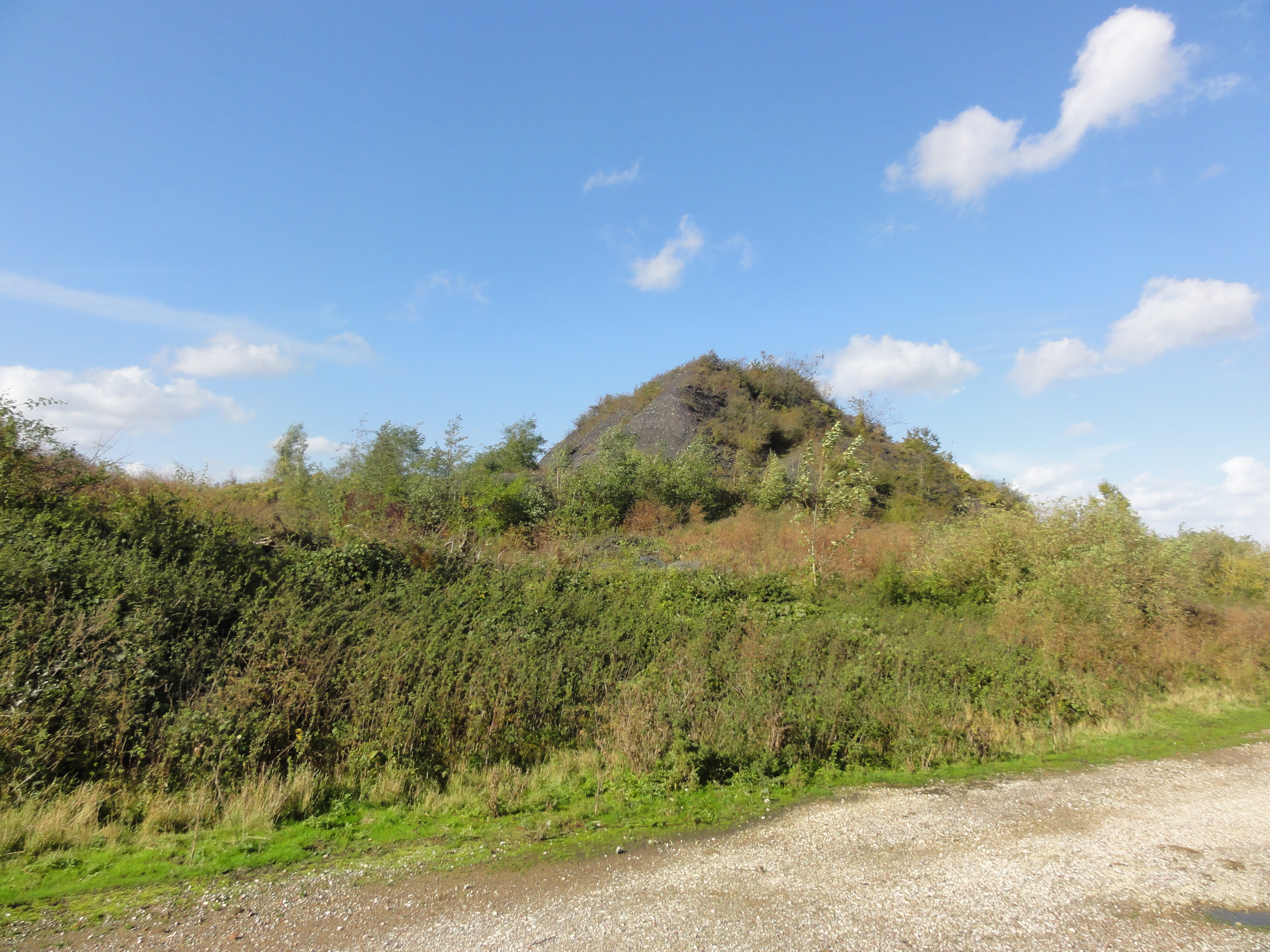
Le terril no 34.
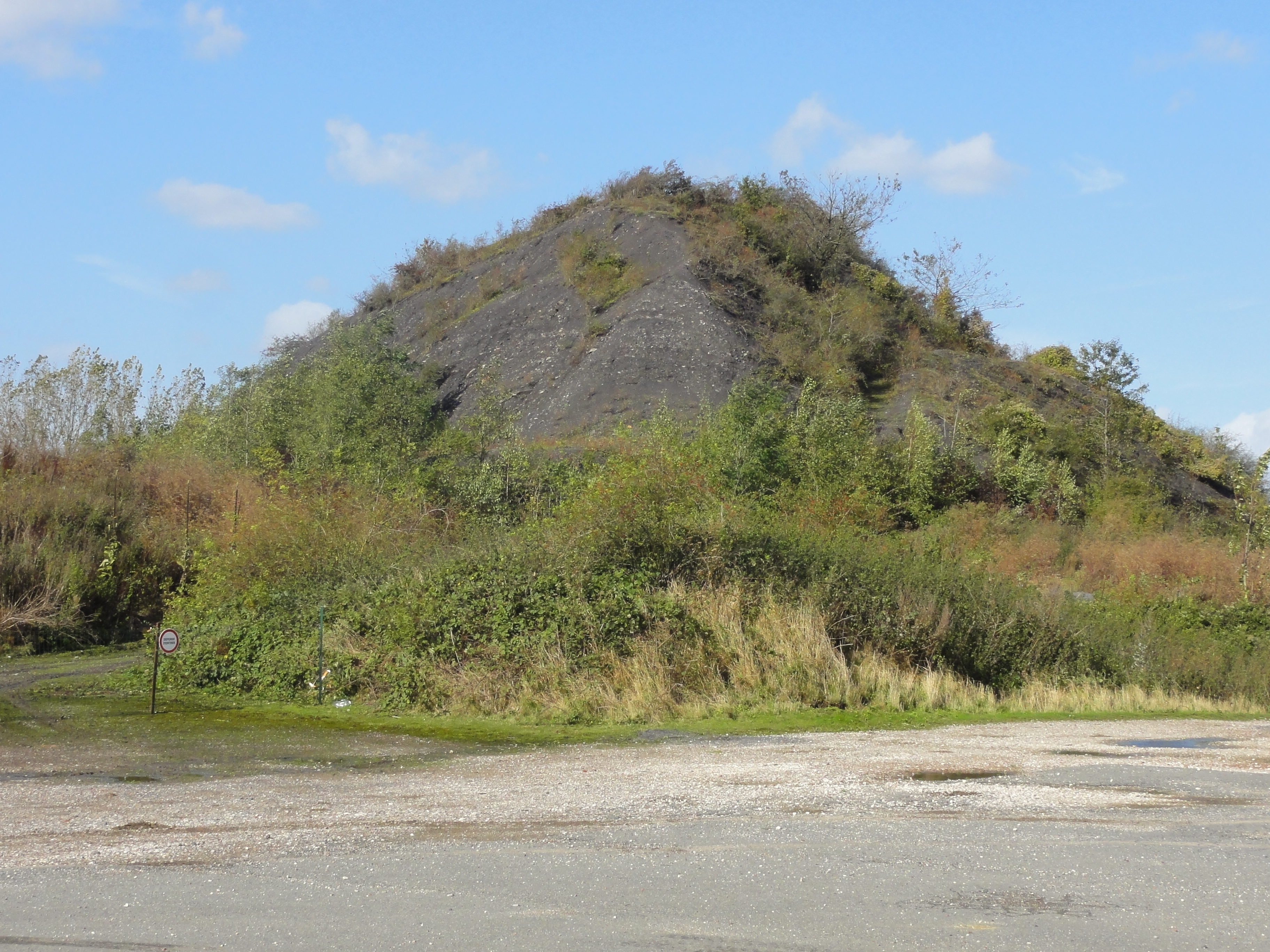
Le terril no 34.

### Siteno107
Le site no 107 est formé par le terril décapité no 32, Transvaal 2 Sud, issu de l'exploitation à Ligny-lès-Aire de la fosse no 2 - 2 bis des mines de Ligny-lès-Aire.

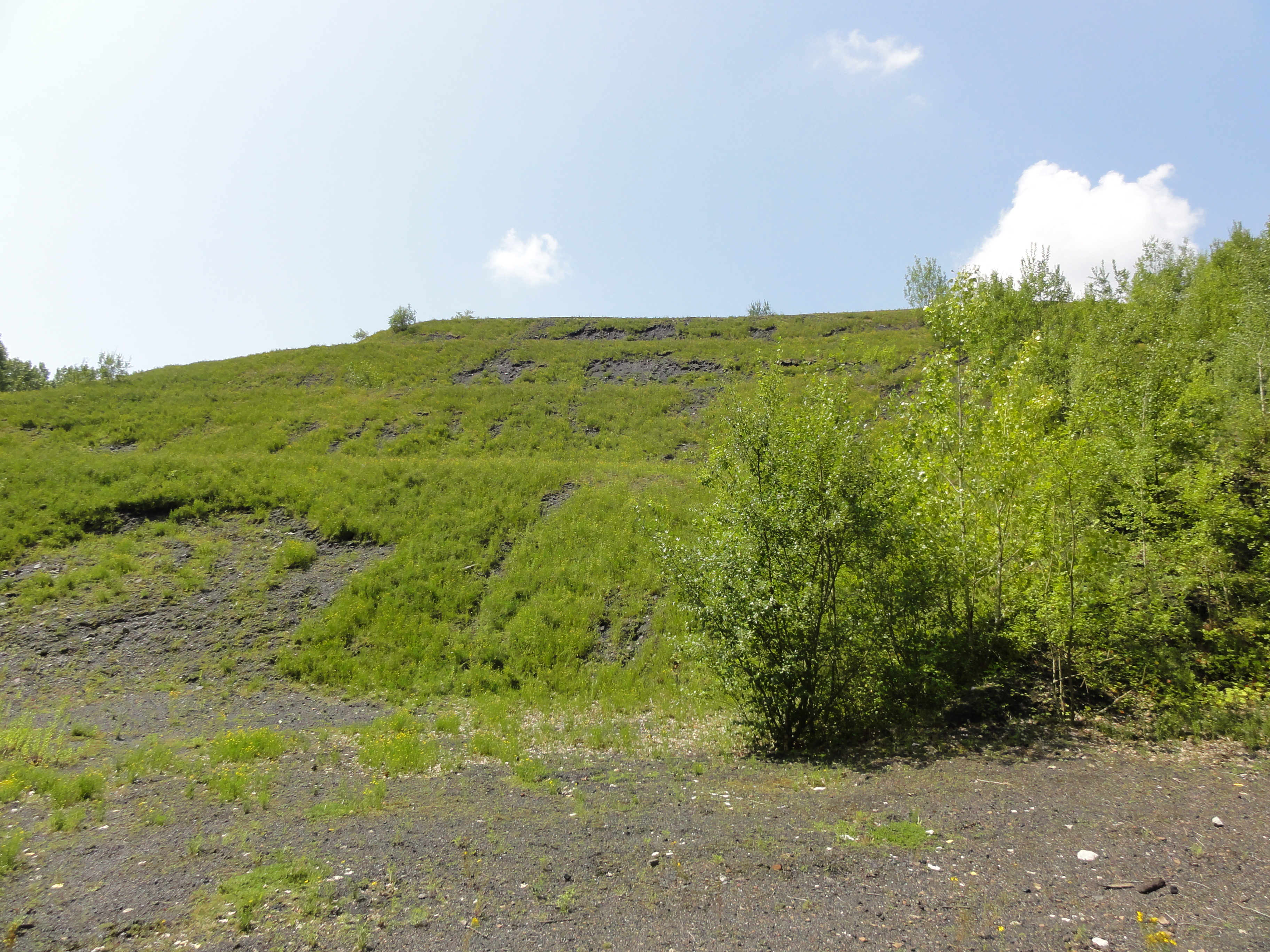
Le terril no 32.
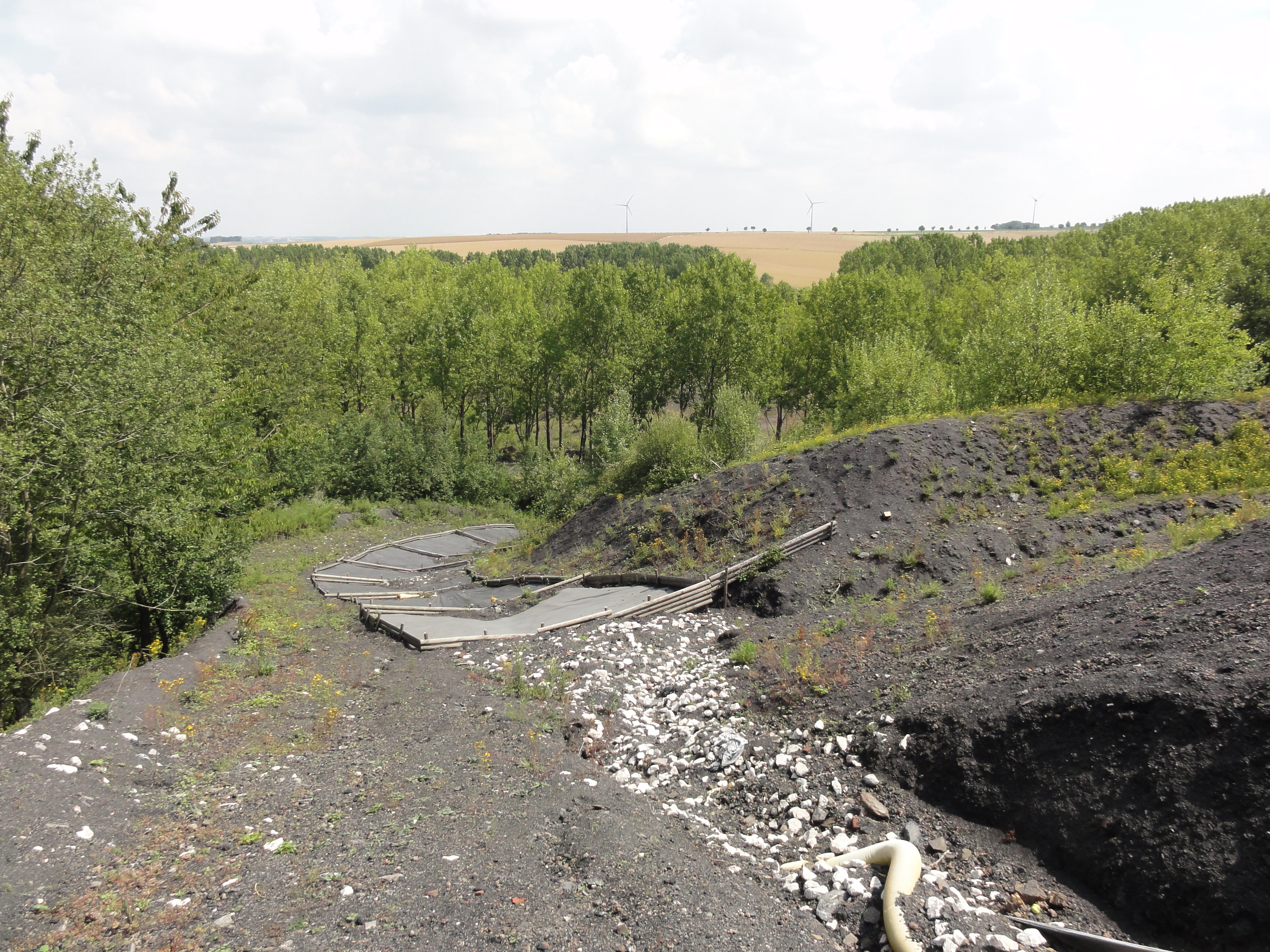
Le terril no 32.
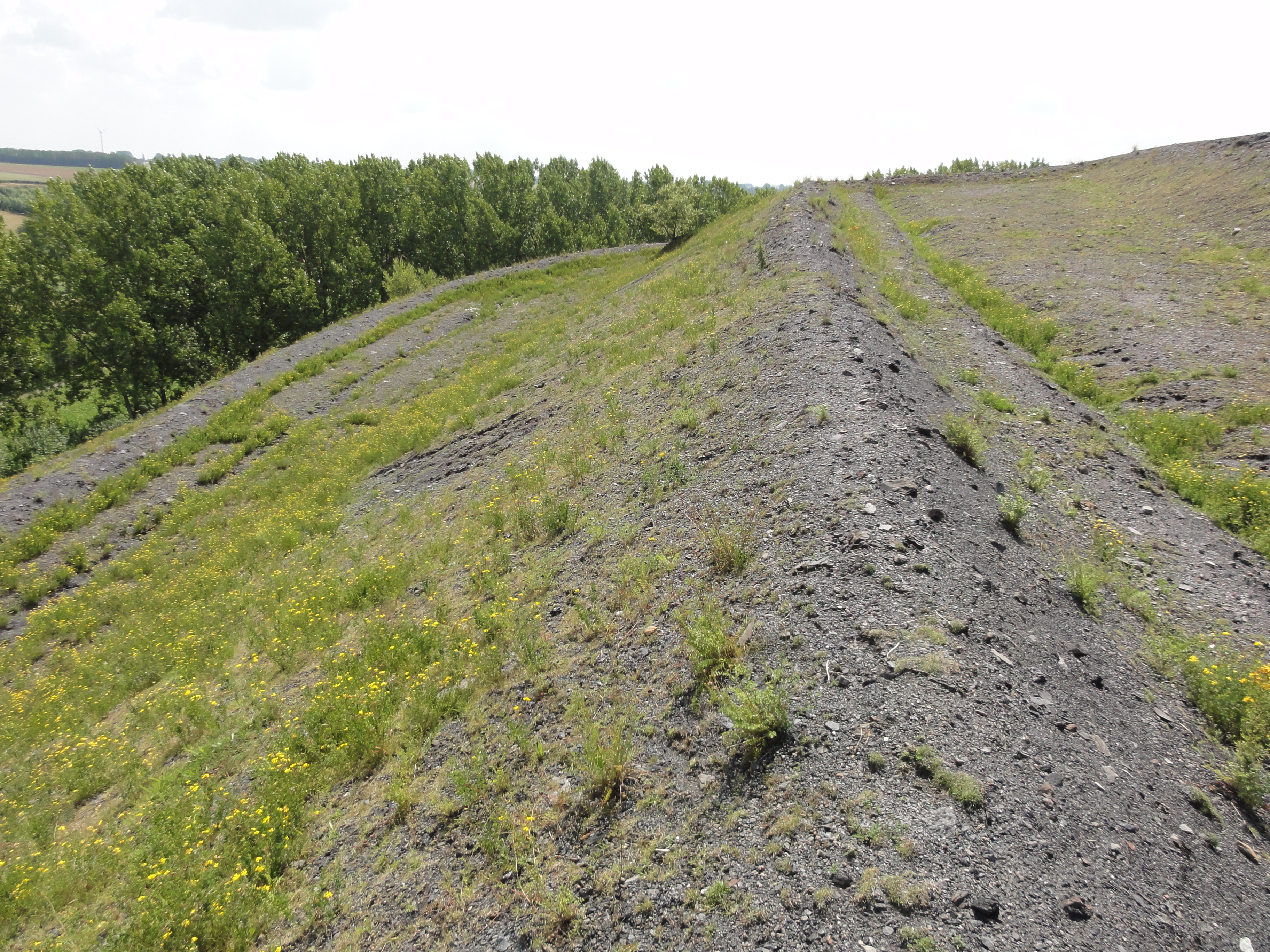
Le terril no 32.
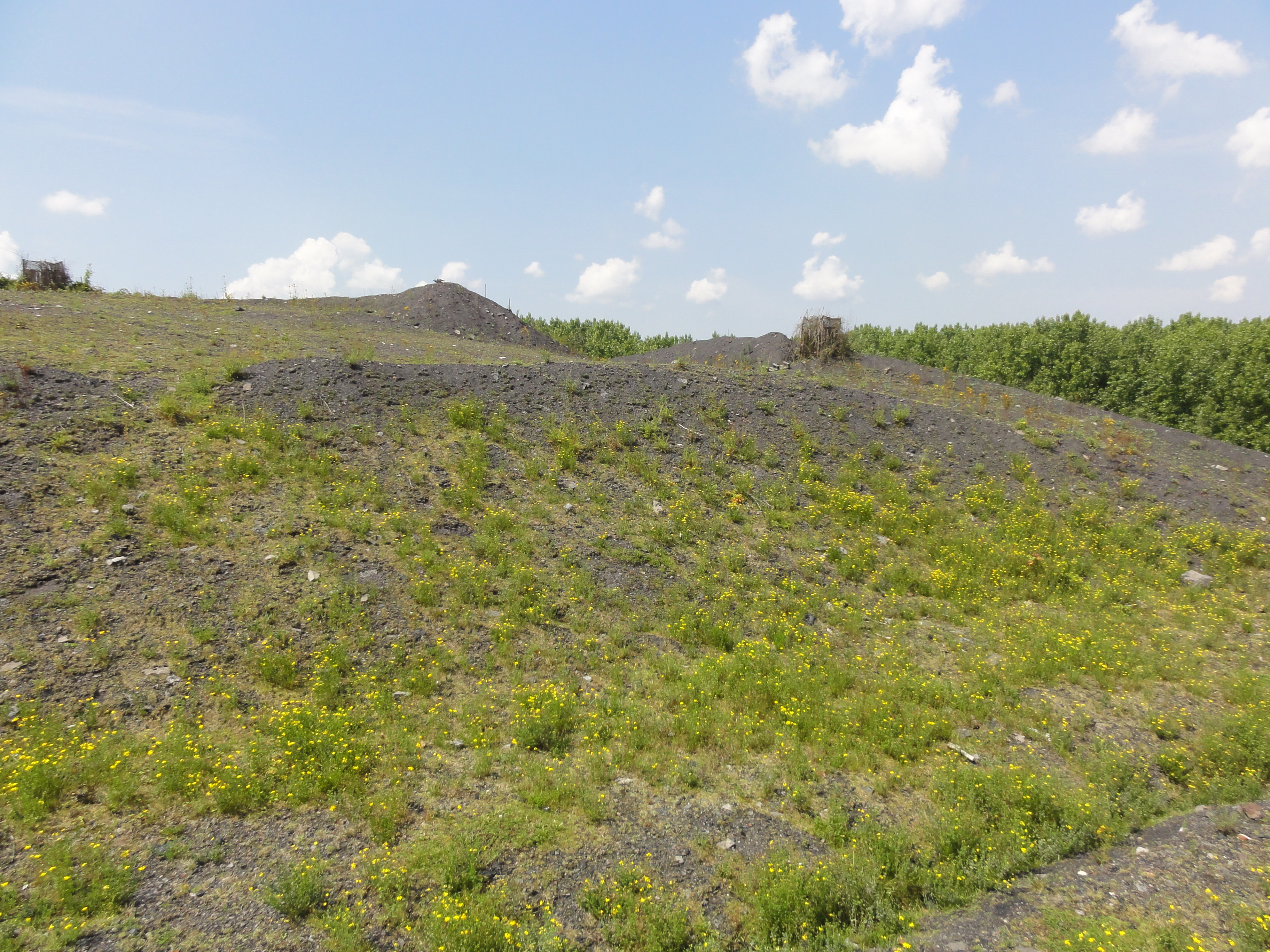
Le terril no 32.
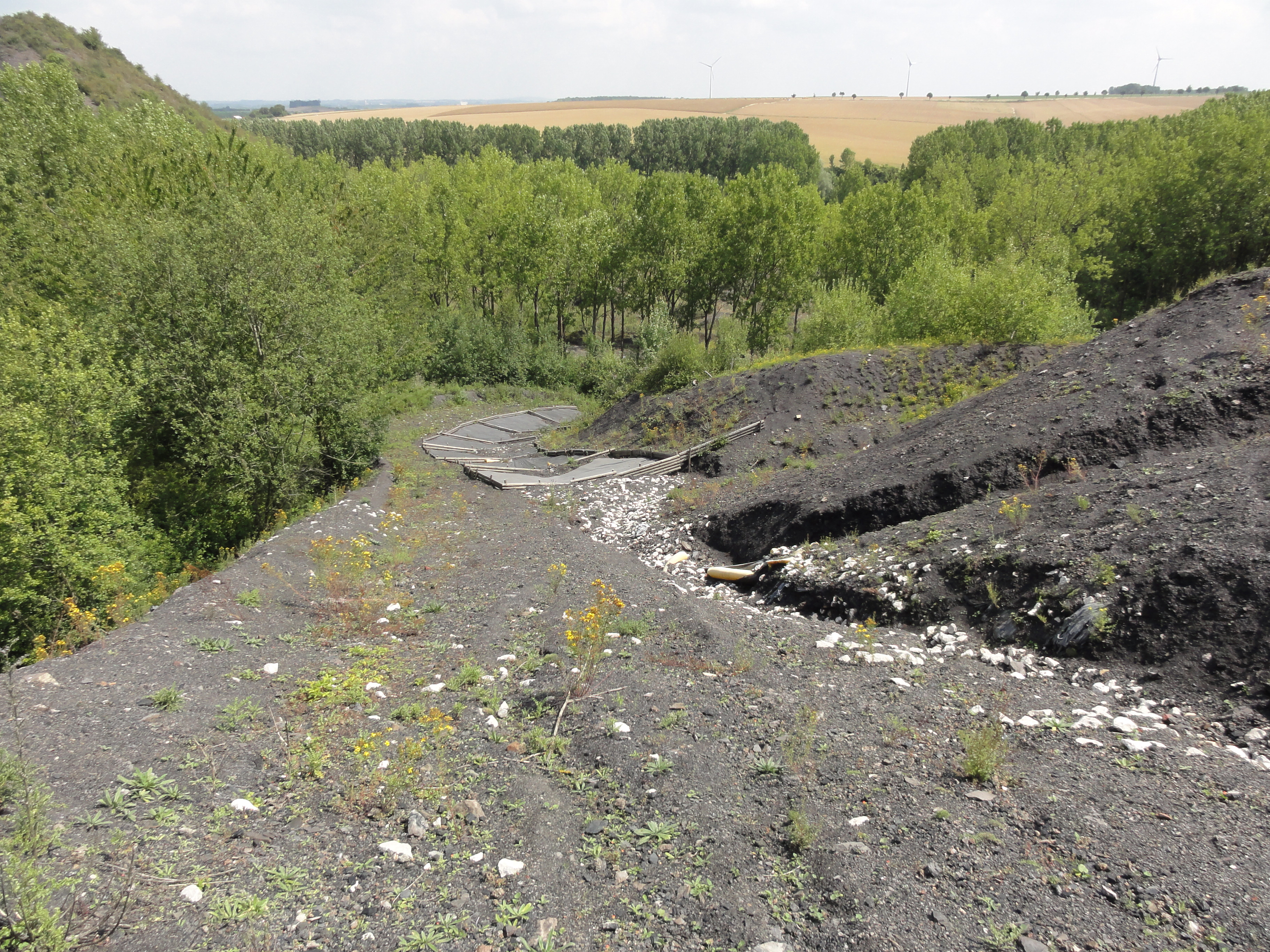
Le terril no 32.

### Siteno108
Le site no 108 est formé par le terril conique no 31, Transvaal 1 Nord, issu de l'exploitation à Ligny-lès-Aire de la fosse no 2 - 2 bis des mines de Ligny-lès-Aire.

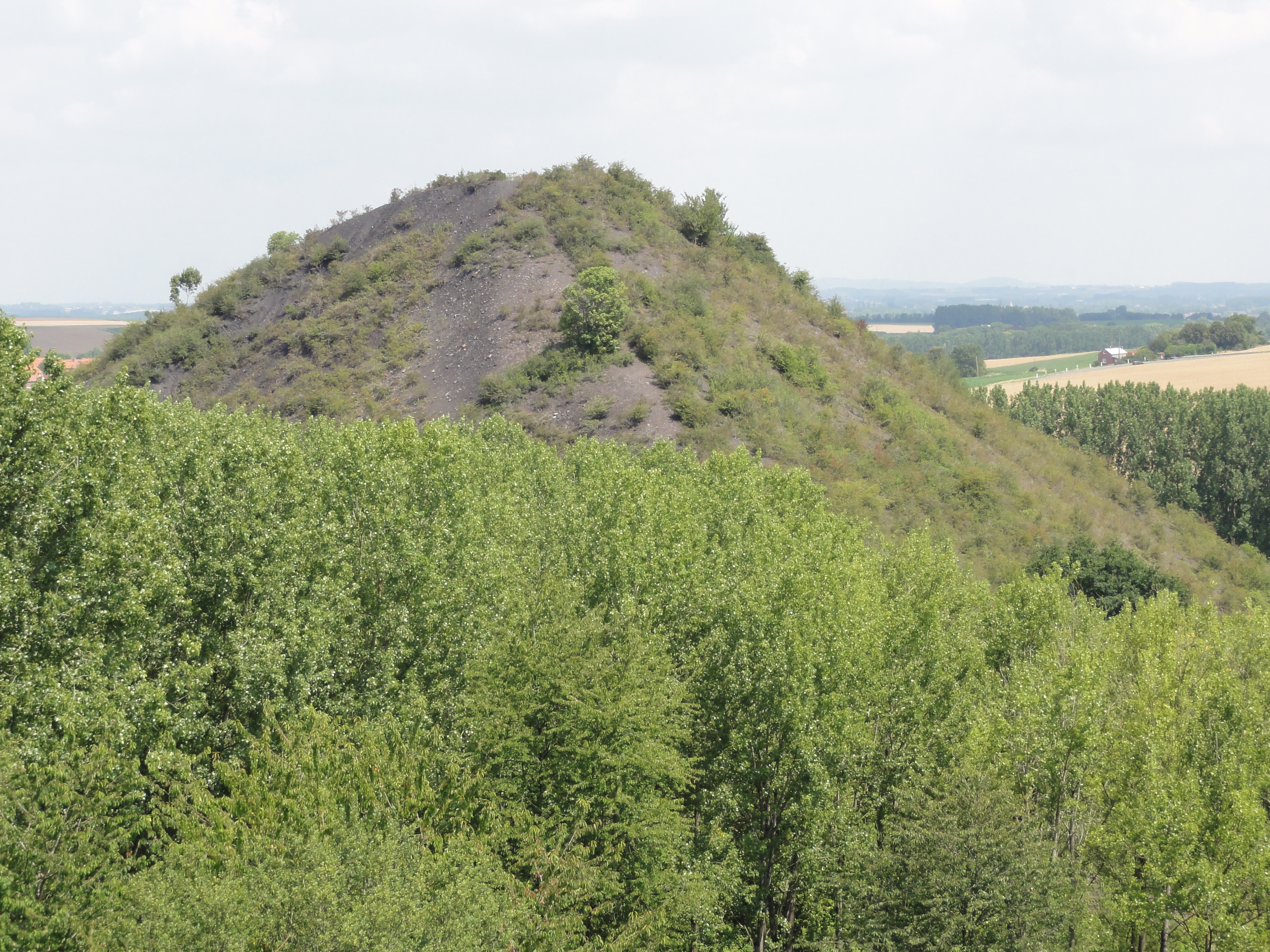
Le terril no 31.
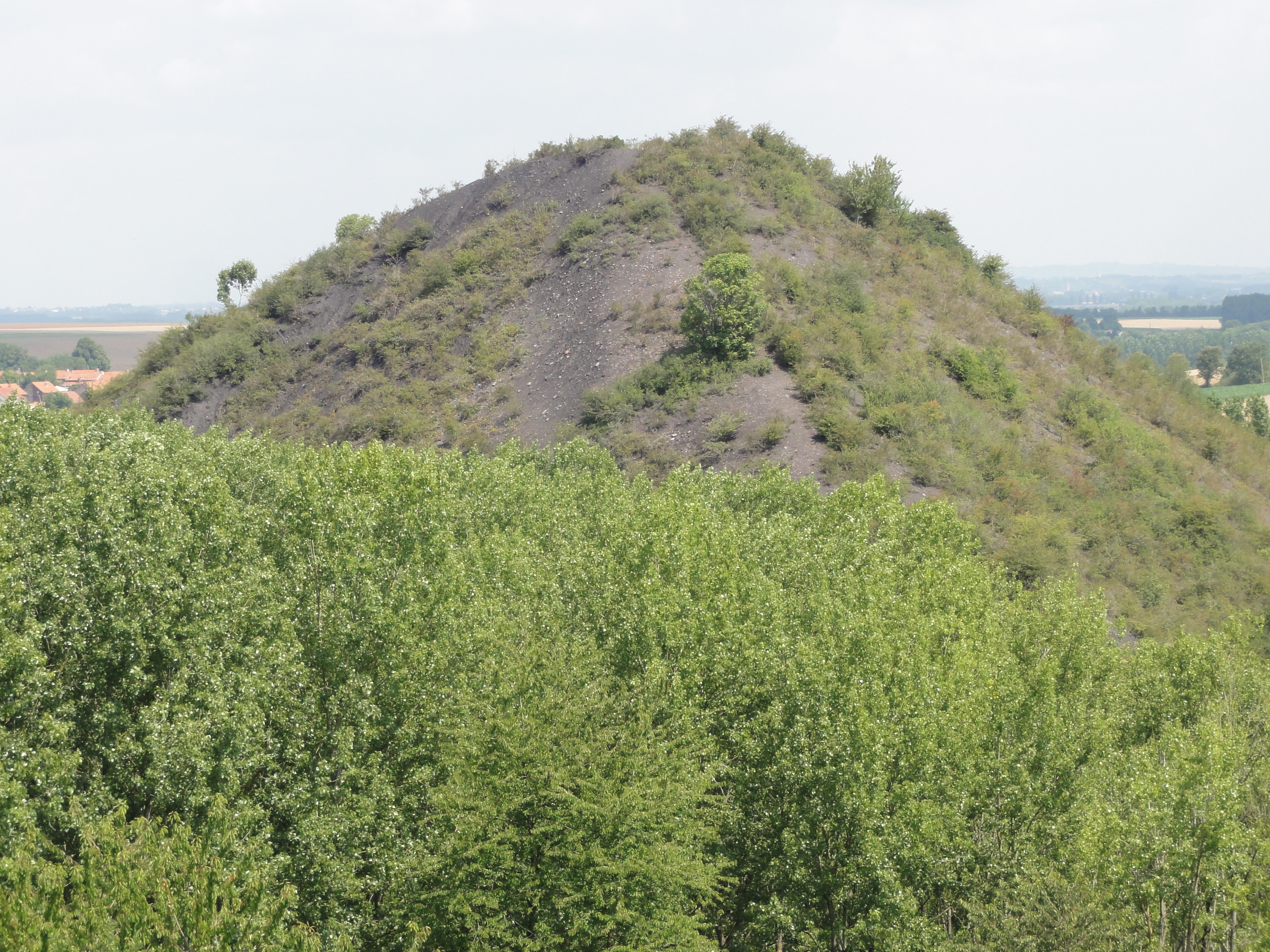
Le terril no 31.
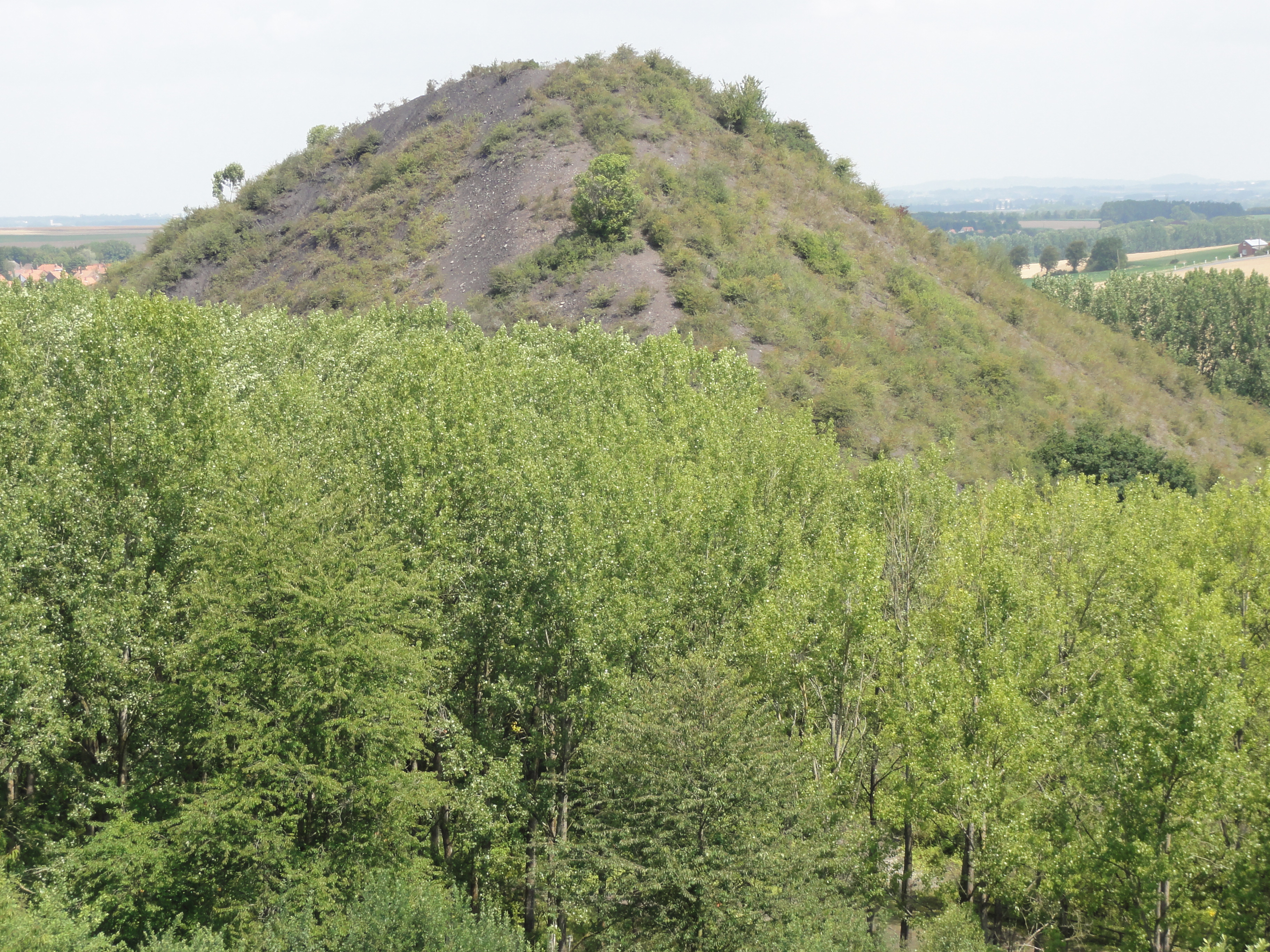
Le terril no 31.
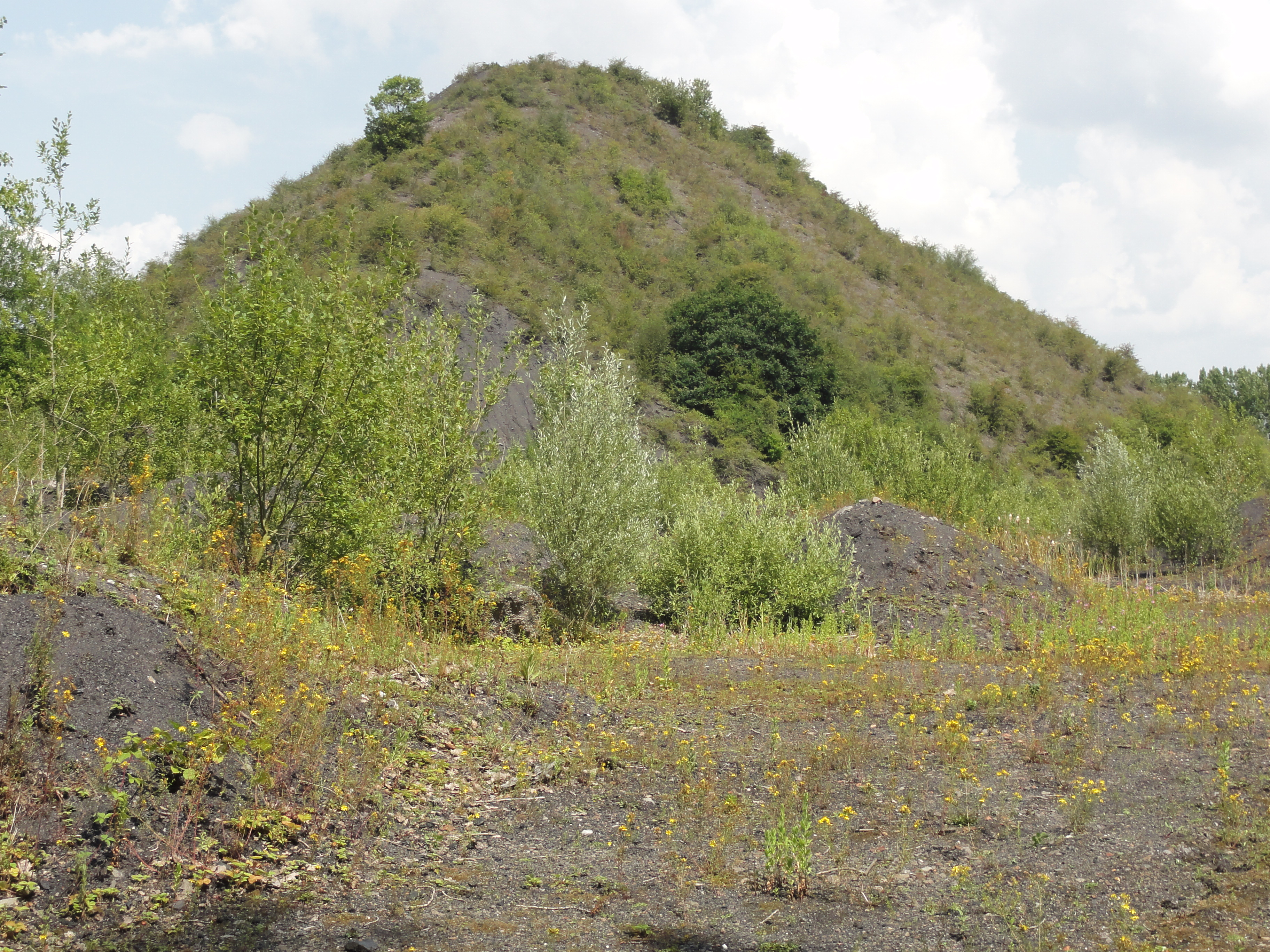
Le terril no 31.
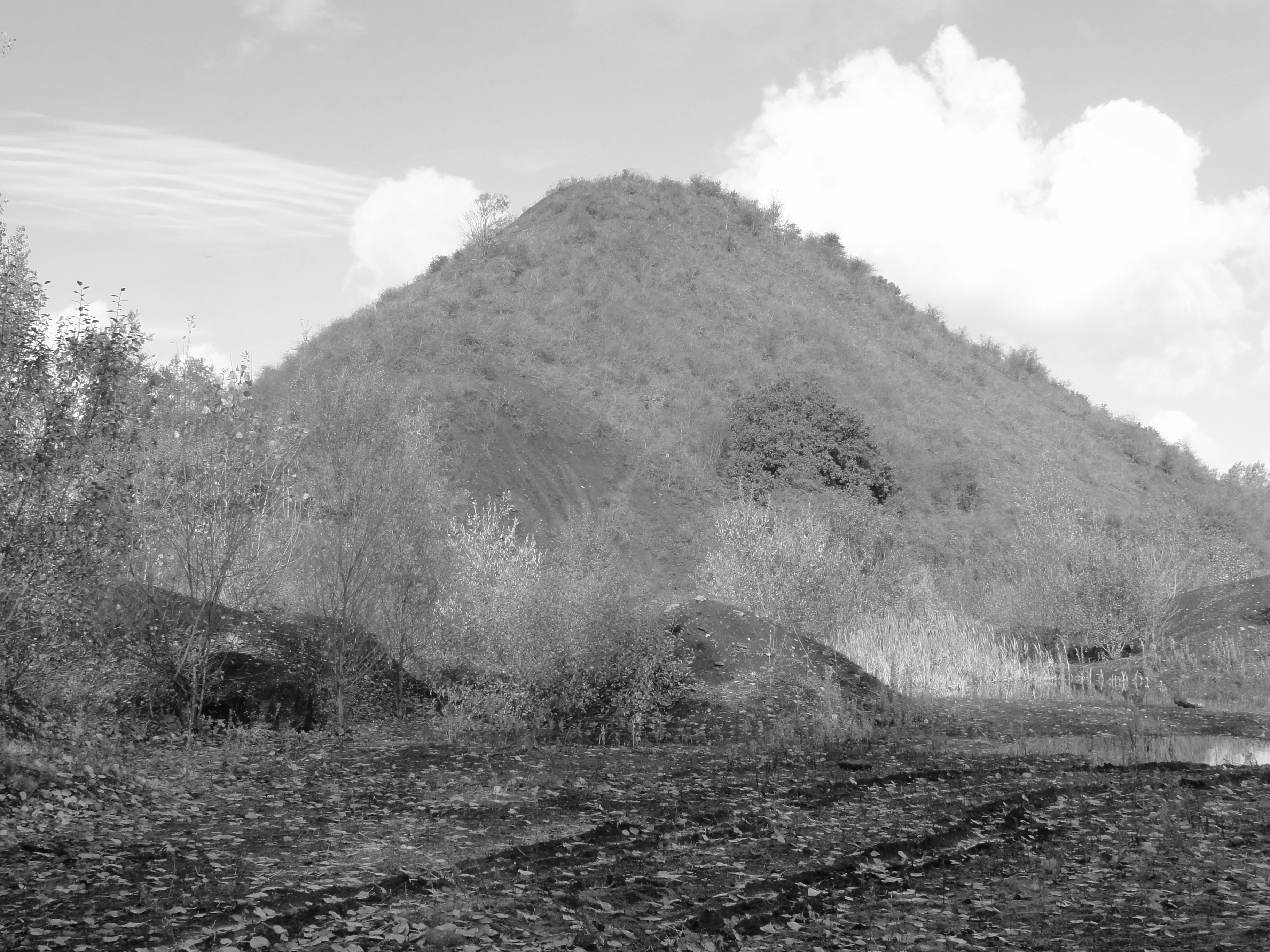
Le terril no 31.

### Siteno109
Le site no 109 est formé par le terril conique no 244, Fléchinelle Ouest, issu de l'exploitation de la fosse de Fléchinelle de la Compagnie des mines de la Lys-Supérieure, ensuite devenue la fosse no 1 - 1 bis des mines de Ligny-lès-Aire, à Enquin-les-Mines. C'est le site le plus occidental du classement.

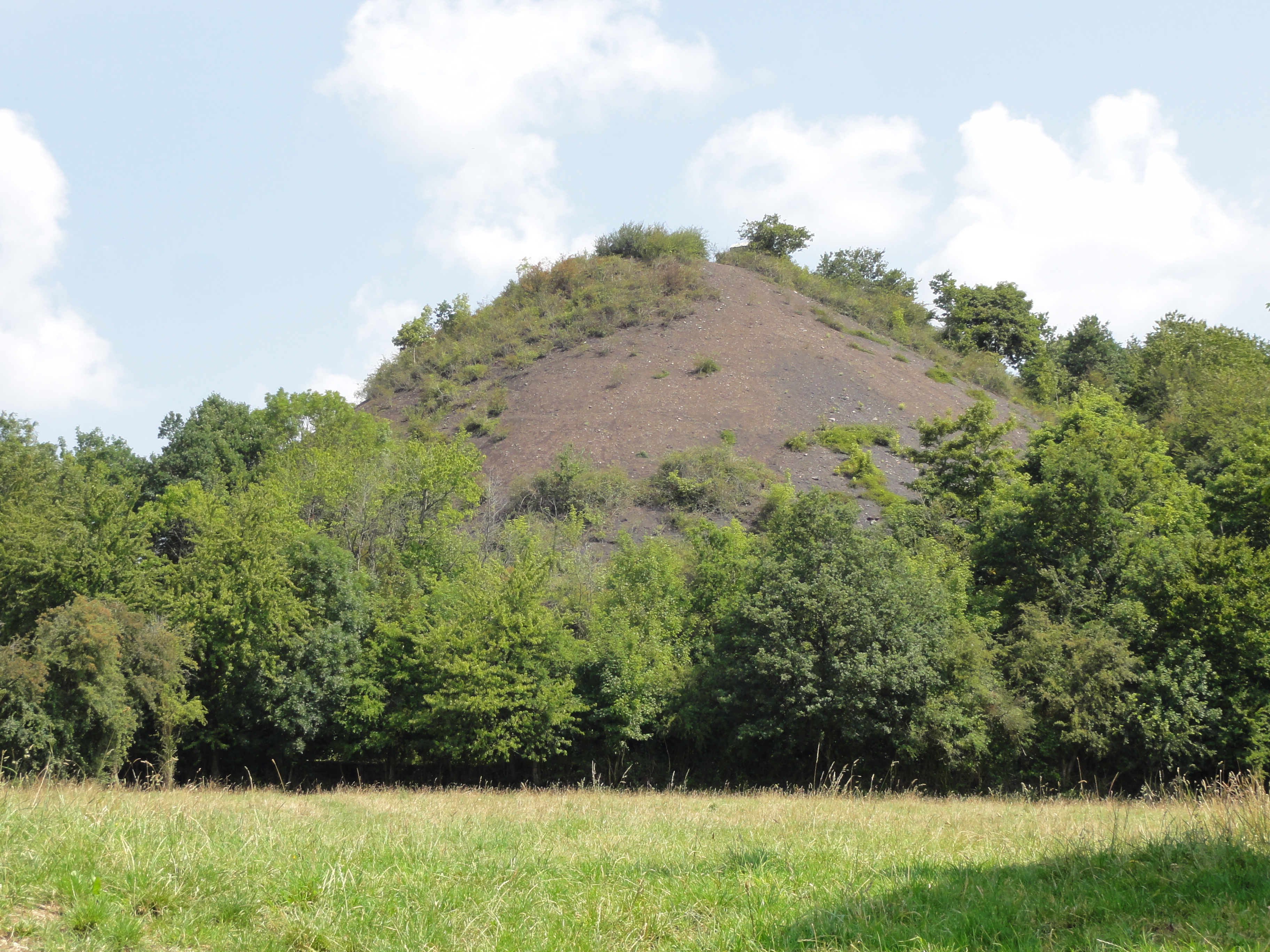
Le terril no 244.
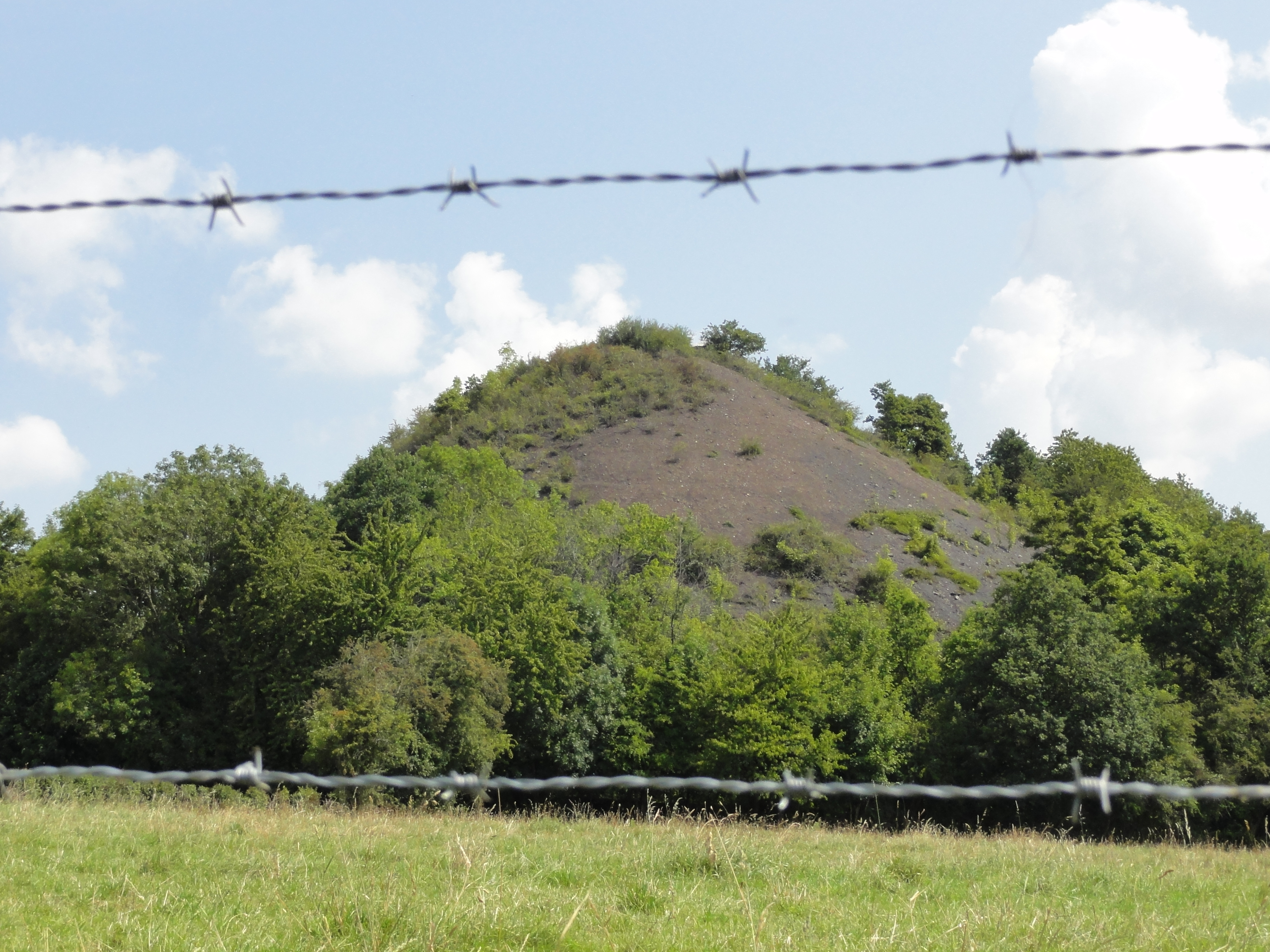
Le terril no 244.
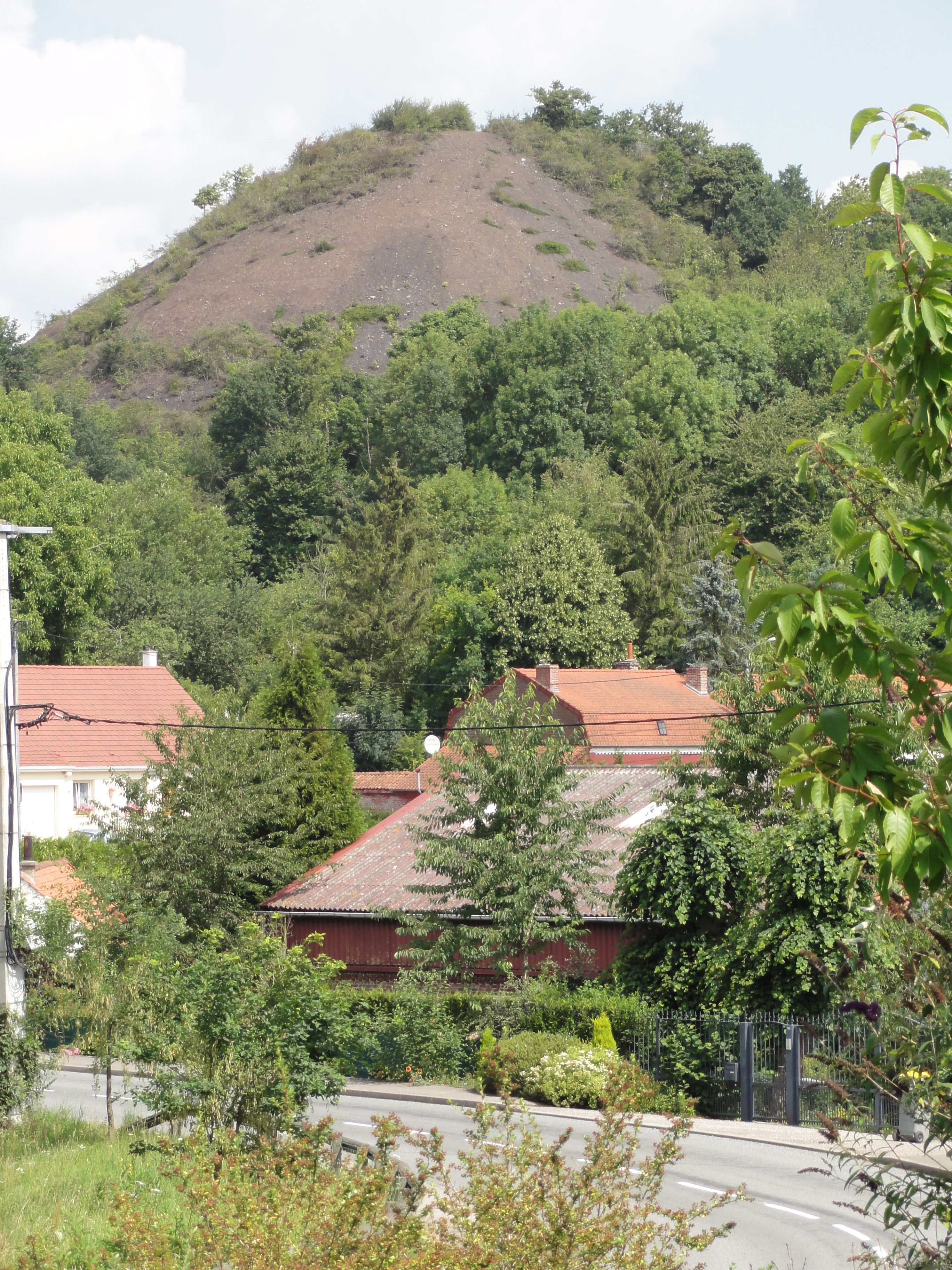
Le terril no 244.
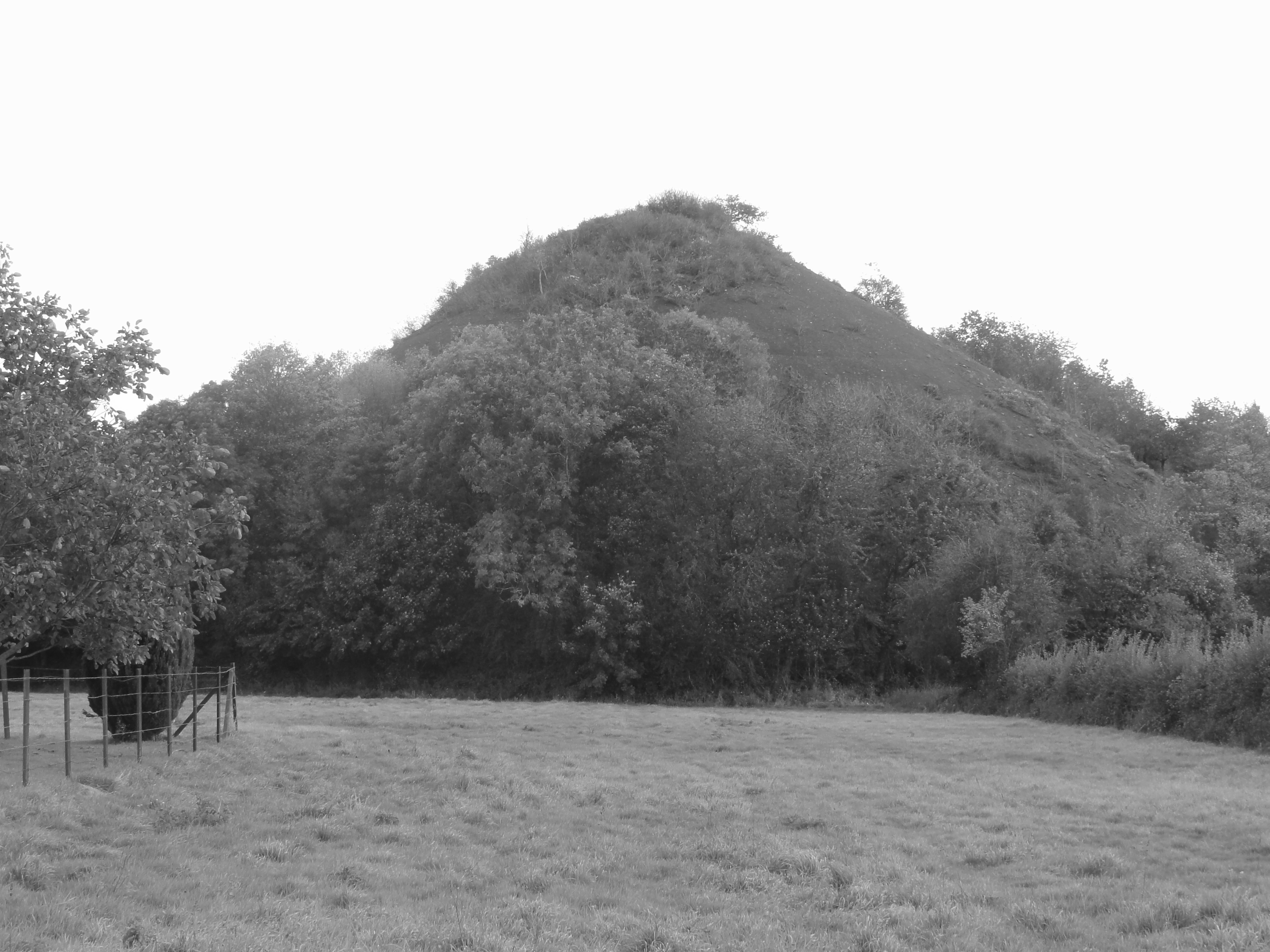
Le terril no 244.